# Liste der Baudenkmäler in Rothenburg ob der Tauber/Stadtbefestigung
Diese Liste ist eine Teilliste der Liste der Baudenkmäler in Rothenburg ob der Tauber. Grundlage der Liste ist die Bayerische Denkmalliste, die auf Basis des bayerischen Denkmalschutzgesetzes vom 1. Oktober 1973 erstmals erstellt wurde und seither durch das Bayerische Landesamt für Denkmalpflege geführt und aktualisiert wird. Die folgenden Angaben ersetzen nicht die rechtsverbindliche Auskunft der Denkmalschutzbehörde.

## Rothenburger Stadtbefestigung
Noch vor 1200 wurde im Anschluss an die Befestigungsanlage der Burg die heutige innere Altstadt in Form eines nach Westen offenen Hufeisens befestigt. Hiervon sind noch der Weiße Turm und der Markusturm mit Röderbogen erhalten. Die endgültige Befestigung aus Toren, Mauern und Türmen um die jeweiligen Stadterweiterungen fand schrittweise etwa 1274/1300, um 1330 und um 1350 statt. Die Spitalvorstadt, sogenannter Kappenzipfel wurde Ende 14. Jahrhundert in den Befestigungsring eingegliedert. Ab 1430 wurden an der Ostseite Zwingermauern mit zwölf Streichwehren, Vorderwälle und Außengräben um 1470, Außenbarbakenen und burgähnliche Torbefestigungen im 16./17. Jahrhundert errichtet. Die Stadtmauer besteht aus einem über dem Wall errichtetes Mischmauerwerk mit Wehrgang auf Strebepfeilern und Konsolen. Ursprünglich wurde sie im 14. Jahrhundert errichtet und teilweise nach 1945 nach Kriegszerstörungen neu errichtet.
Aktennummer: D-5-71-193-1.

### Ehemalige Burg
Von den Befestigungsanlagen der ehemaligen Reichsburg sind große Teile der Ringmauer und das überbaute Südtor erhalten. Die Mauer ist im gesamten Umfang zugänglich.
- Alte Burg (Lage): Ehemalige Ringmauer der Burganlage mit staufischer Toranlage auf der südlichen Seite, Werk- und Haustein, 12./14. Jahrhundert (D-5-71-193-7)
- Alte Burg 2 (Lage): Ehemaliger Überbau des Südtors, sogenanntes Bürger-Schiesshaus oder Gärtnerhaus, zweigeschossiger massiver Steildachbau mit Eselsrückenportal, Wappenstein und Giebelaufsatz mit Beschlagwerk, im Kern 16. Jahrhundert, Umgestaltung bezeichnet „1627“ und „1664/65“ (D-5-71-193-3)

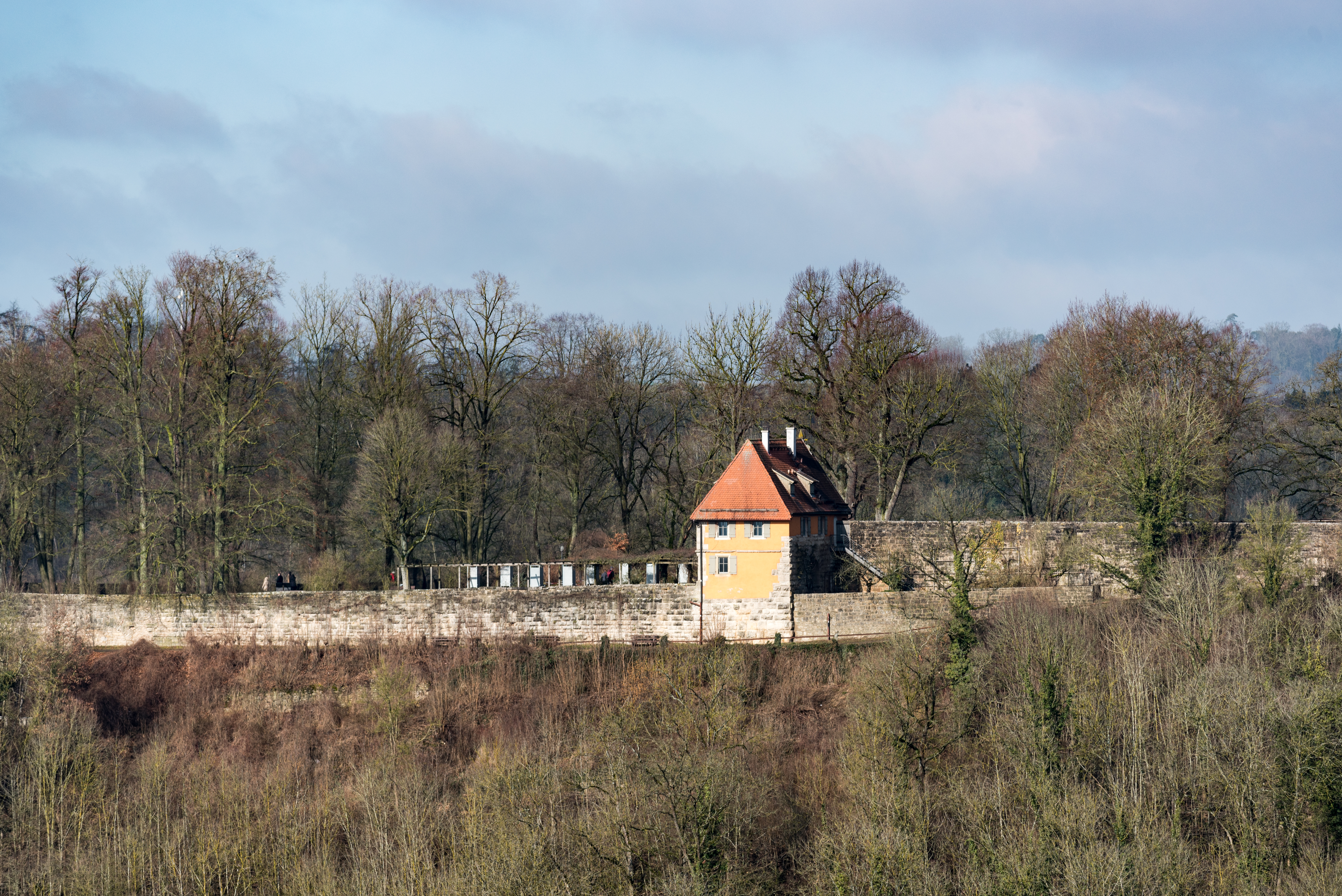
Altes Burgtor, von Süden weitere Bilder
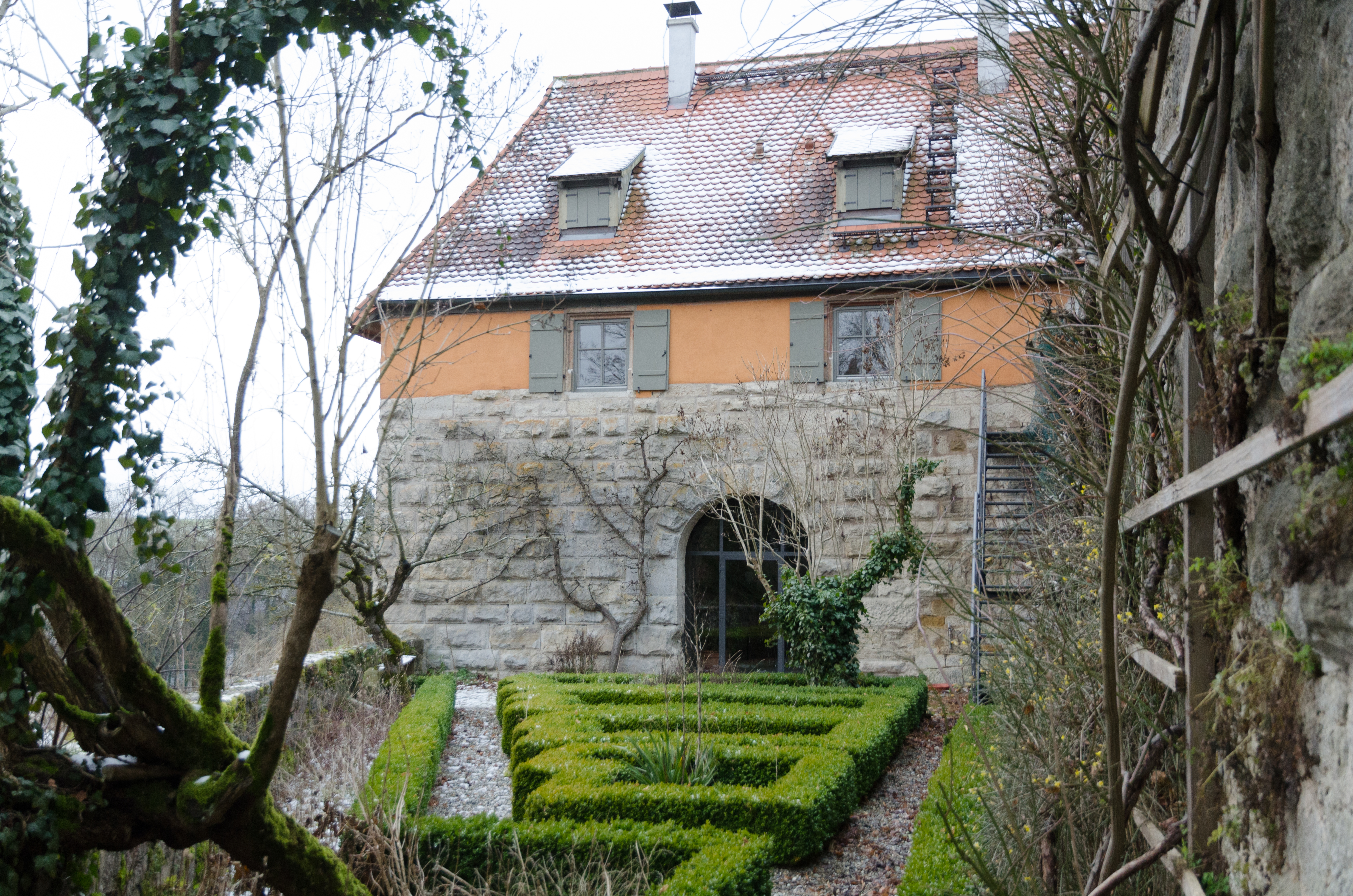
Altes Burgtor, von Osten weitere Bilder
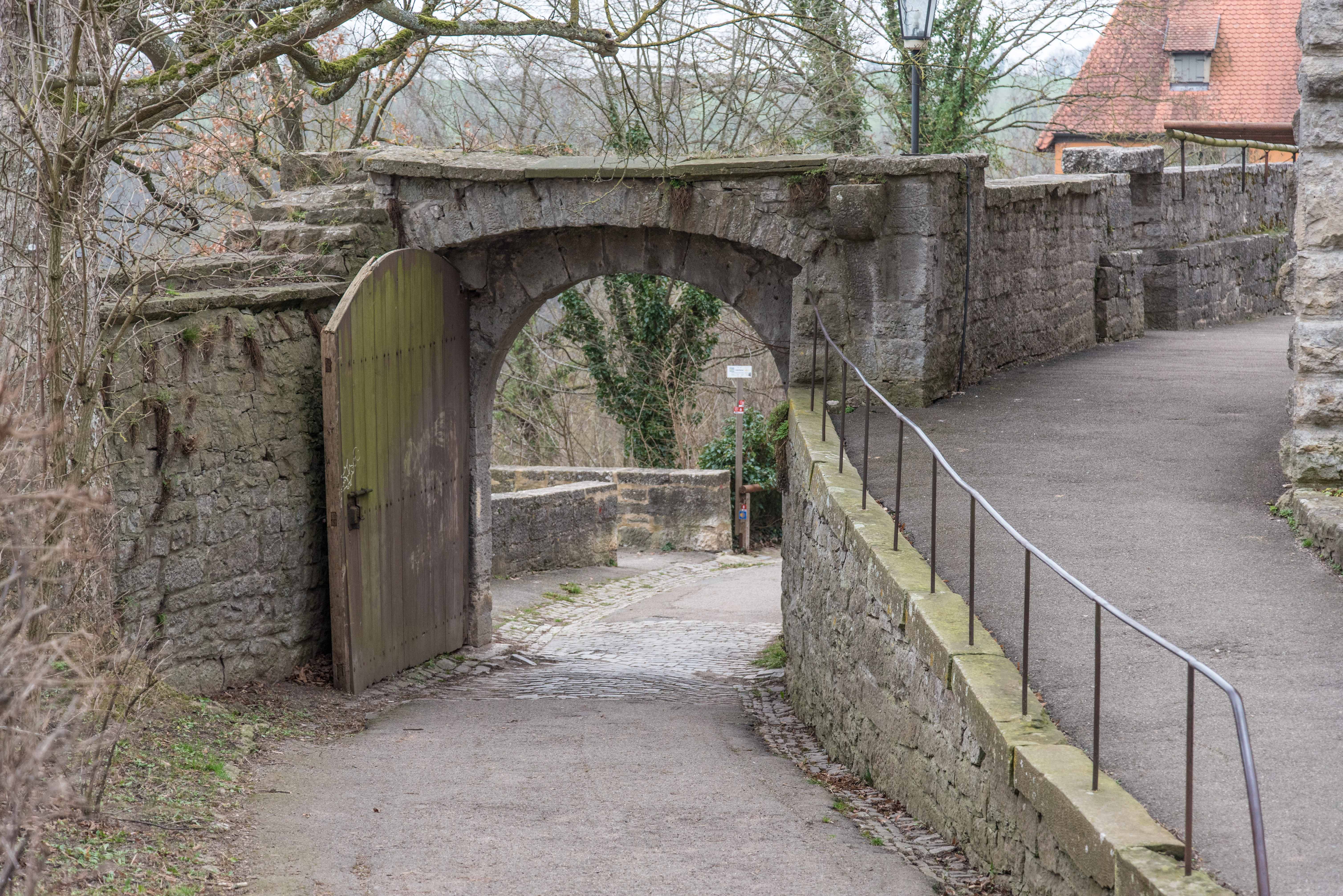
Ringmauer mit Tor an der Weinsteige, von Osten weitere Bilder
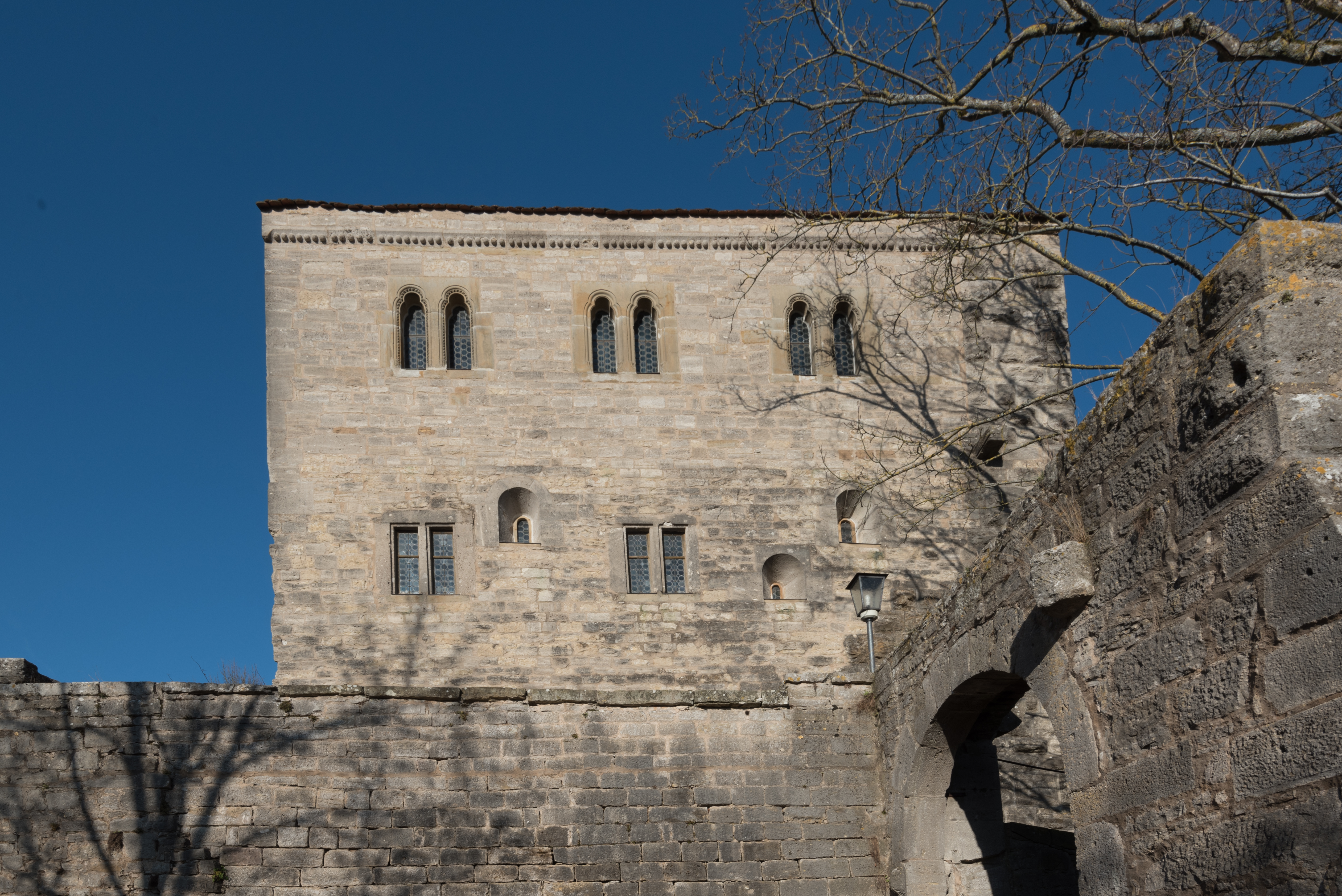
Burgkapelle und Ringmauer mit Tor an der Weinsteige, von Süden weitere Bilder
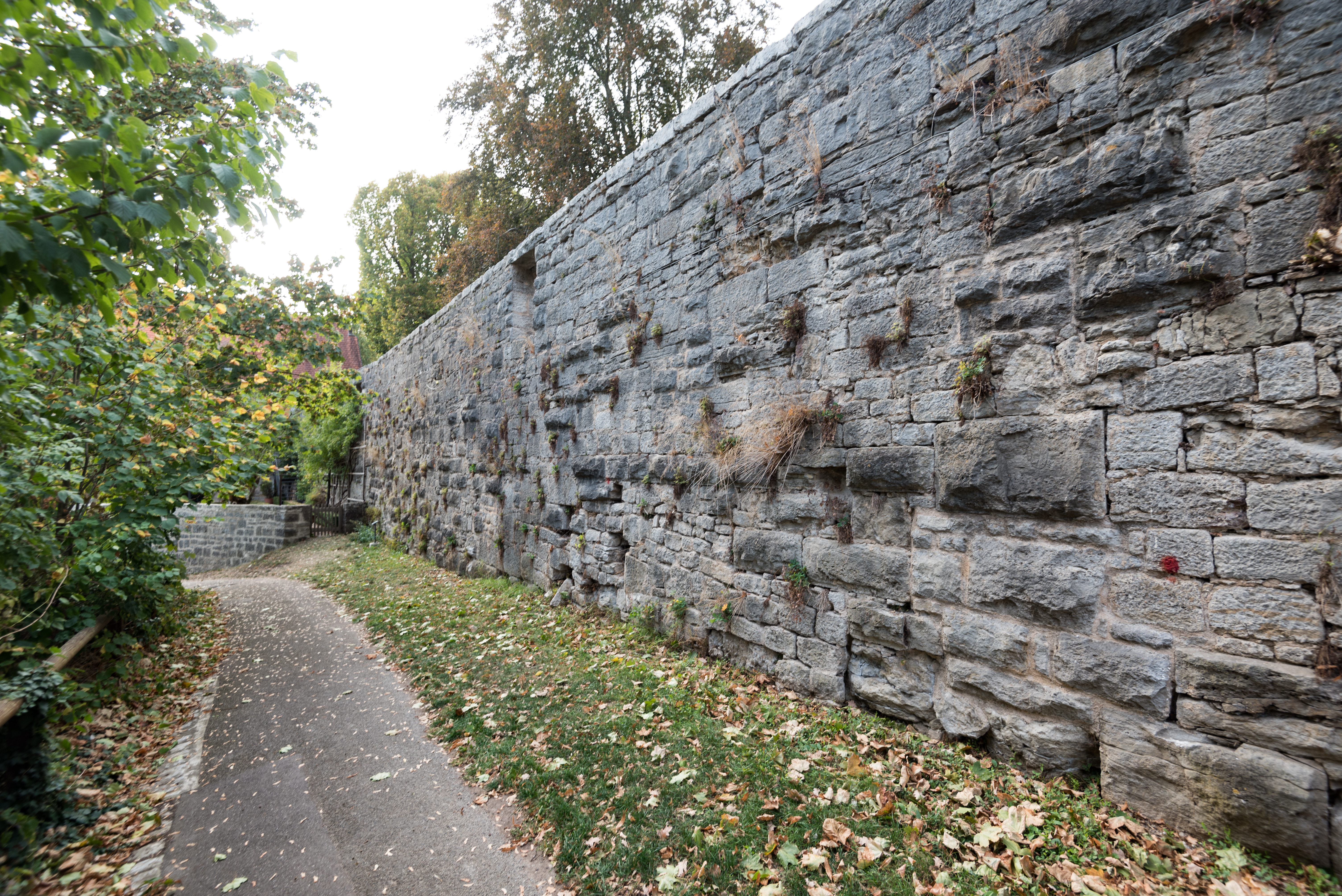
Ringmauer an der Südseite weitere Bilder

### Innerer Bering
Teile des inneren Berings wurden zum Zuge von Stadterweiterungen in den noch erhaltenen geschlossenen Mauerring aufgenommen. Es handelt sich hierbei um den Abschnitt von der Klosterweth im Norden über das Burgtor zur ehemaligen Johanniterkommende in der Burggasse 3. Die innerhalb der Altstadtbebauung gelegenen Teile sind nur zum geringen Teil vorhanden, und dann in der Regel in Gebäuden verbaut. An der Ostwand der Johanniskirche sind geringe Reste des in den 90er Jahren des 14. Jahrhunderts abgerissenen Gebsattler Tors, dessen Turm auch Roter Turm genannt wurde, zu erkennen. Vom verfüllten Stadtgraben östlich des ehemaligen Gebsattler Tors zeugt die Straßenbezeichnung Alter Stadtgraben. Der Standort des inneren Klingentors, das auch Blauer Turm genannt wurde, ist im Straßenbild an der Straßenverengung beim Haus Klingengasse 10 zu erkennen. Der Stadtgraben hinter dem inneren Klingentor wurde im Spätmittelalter verfüllt und zur heutigen Judengasse. Zur noch sichtbaren erhaltenen inneren Stadtbefestigung gehören die Reste von zwei Toren.
- Georgengasse 17 (Lage): Stadttor, sogenannter Weißer Turm, querrechteckiger Torturm der älteren Stadtbefestigung mit sechs Geschossen, Buckelquader und unverputzter Werkstein, Erdgeschoss Ende 12. Jahrhundert, Steintreppe letztes Viertel 14. Jahrhundert, Obergeschosse sowie Zeltdach mit breitem Zwerchhaus und Laternenbekrönung um 1730, nach 1945 wiederhergestellt (D-5-71-193-121)
- Hafengasse (Lage): Sogenannter Markusturm, Wach- und ehemaliger Gefängnisturm, quadratischer Bruchsteinbau zu vier Geschossen mit Eckquaderung, Walmdach und Verlies im Keller, 13. Jahrhundert (D-5-71-193-1096)
- Hafengasse (Lage): Sogenannter Röderbogen, Torbogen mit Wehrgang, Korbbogen mit schmalem umbautem Wehrgang aus Werkstein mit Satteldach und massivem Uhrturm mit Glockendach, zweites Drittel 16. Jahrhundert, teilweise restauriert nach 1945

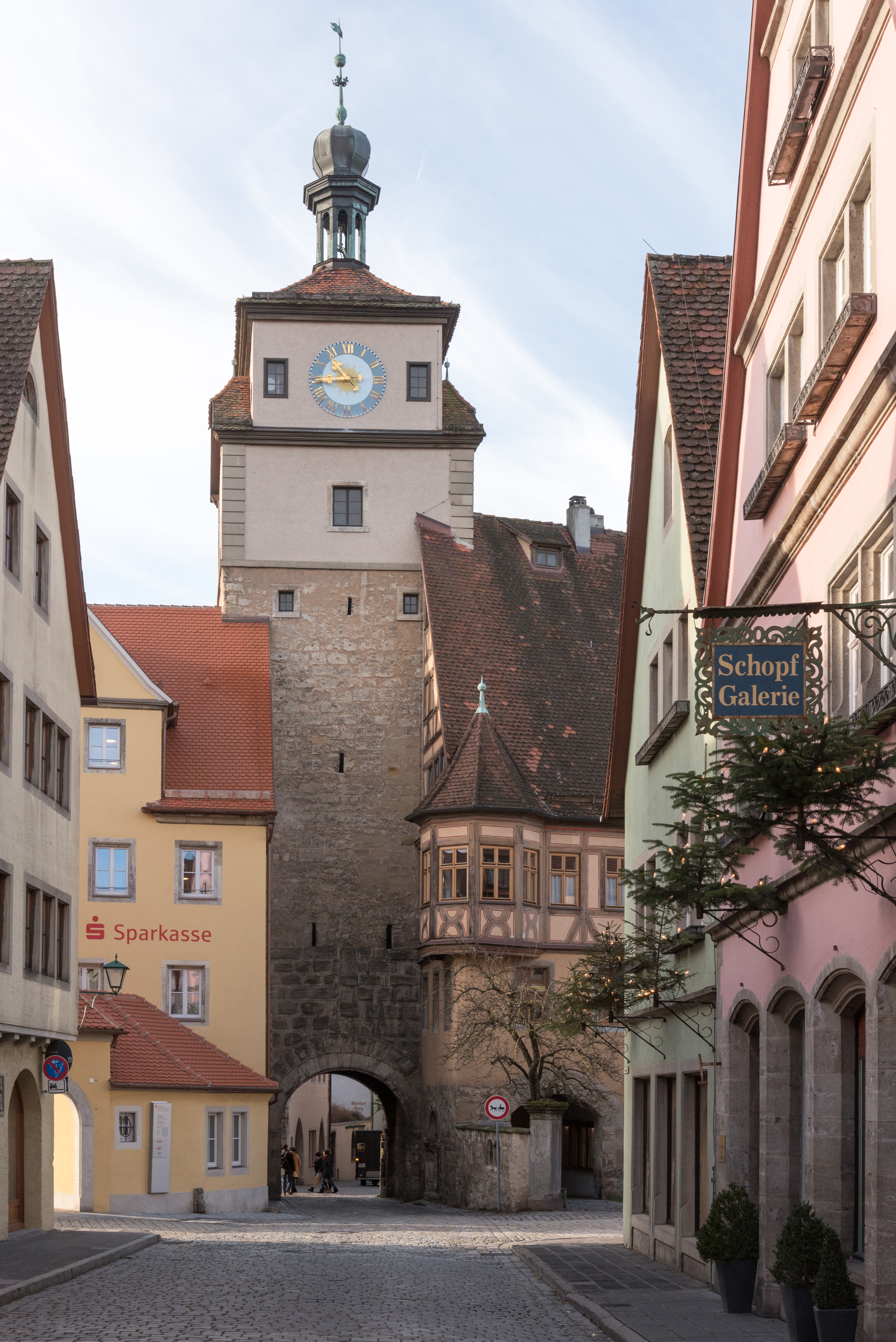
Weißer Turm, Feldseite weitere Bilder
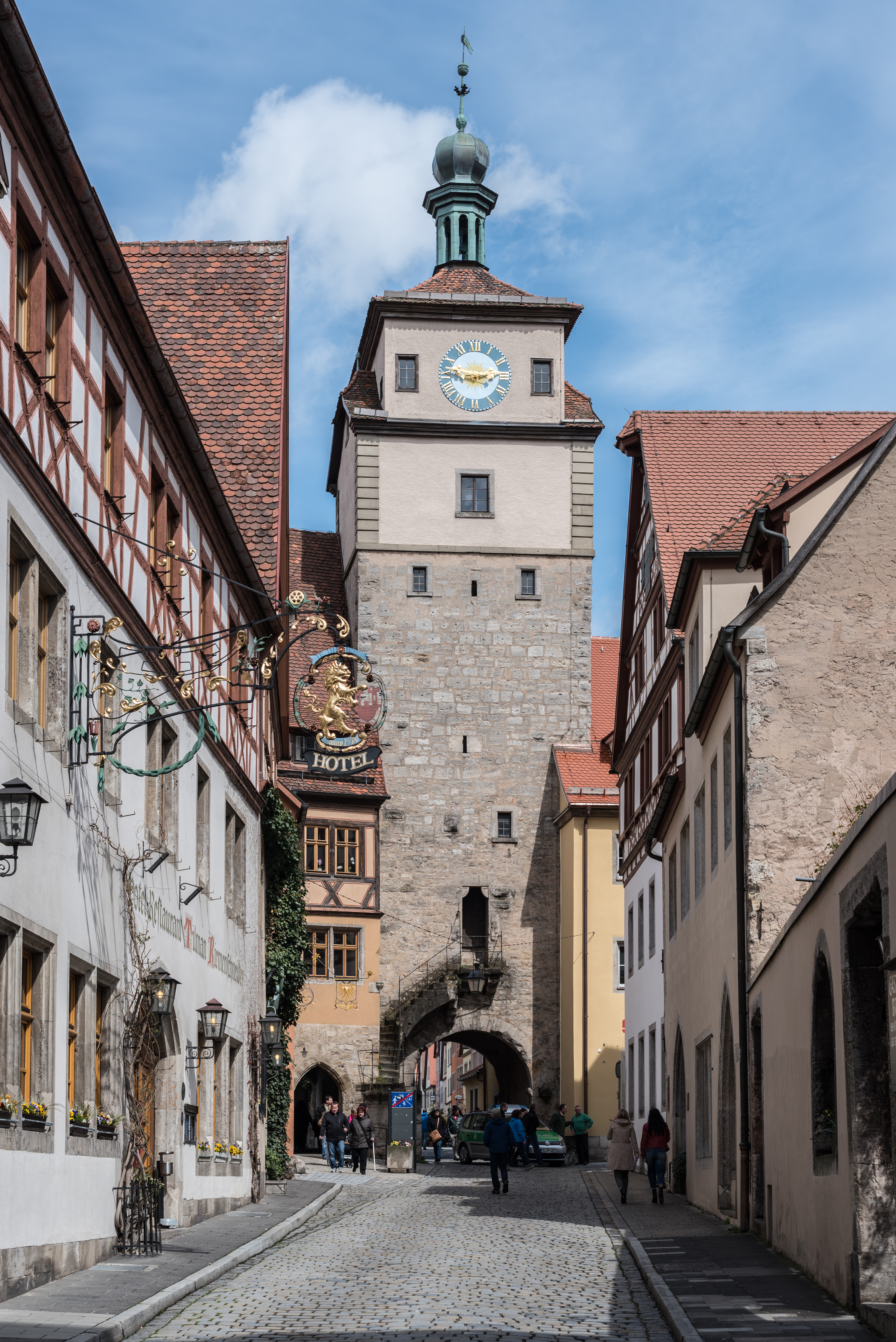
Weißer Turm, Stadtseite weitere Bilder
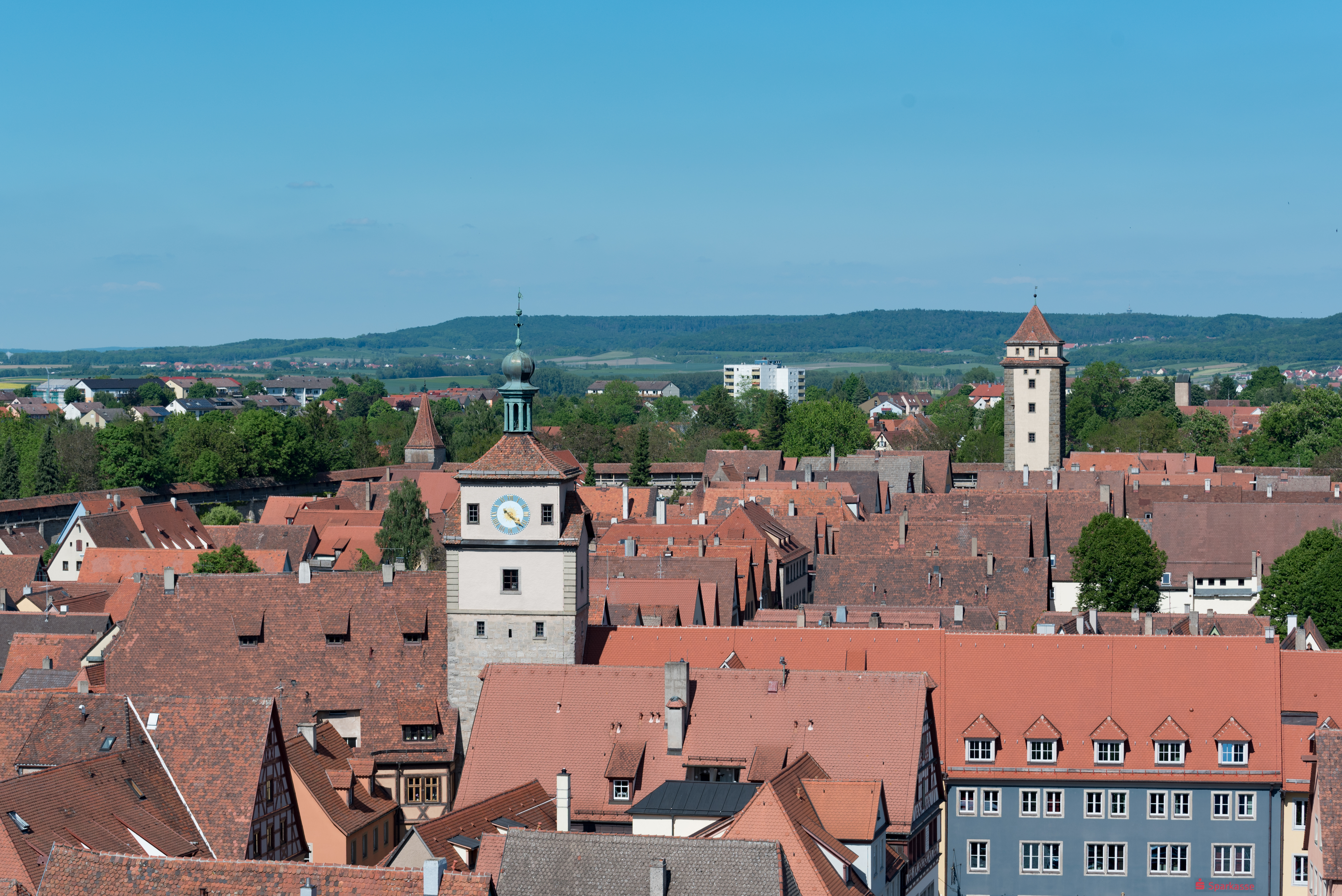
Weißer Turm und Galgentor, vom Rathausturm weitere Bilder
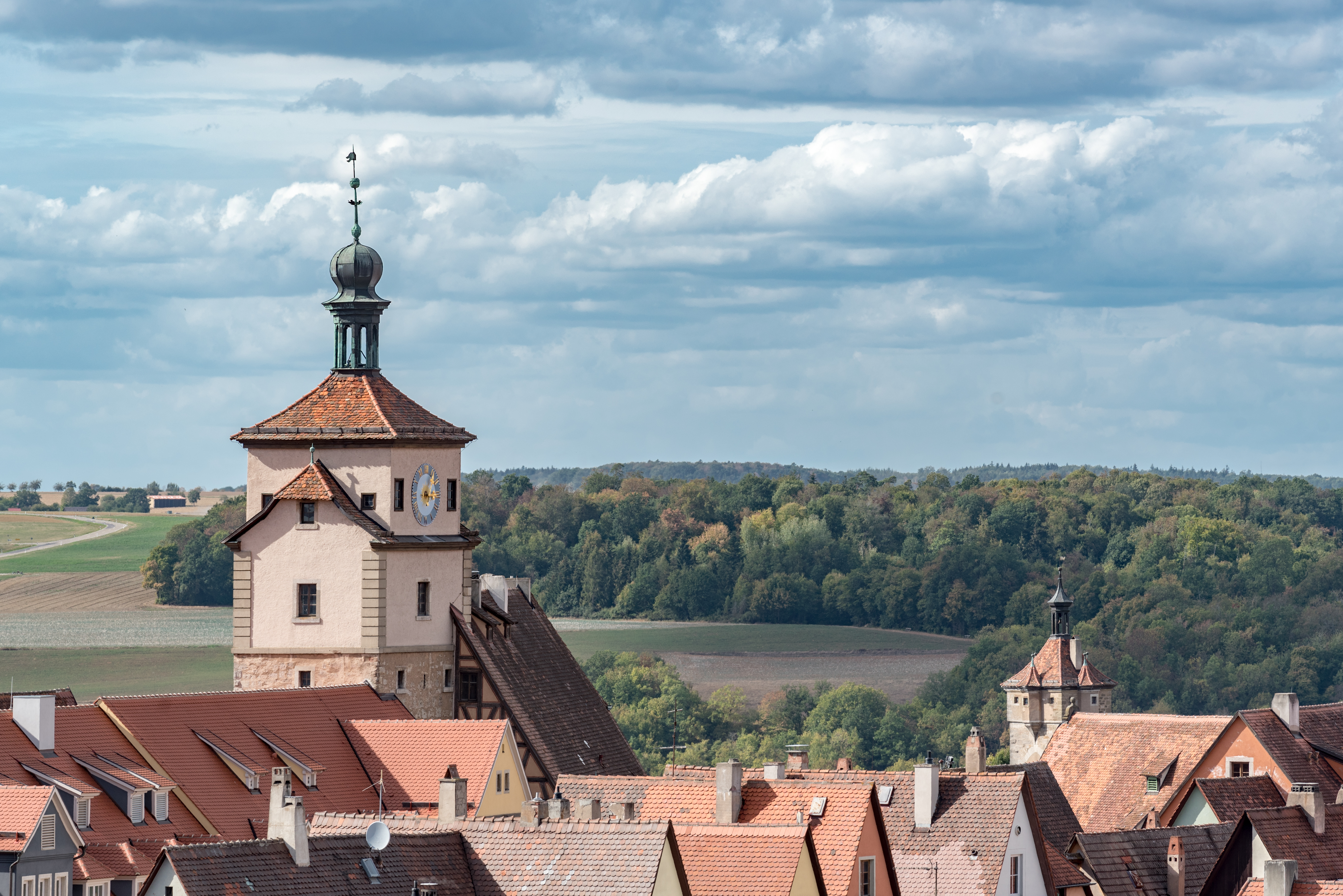
Weißer Turm und Klingentor, vom Rathausturm weitere Bilder
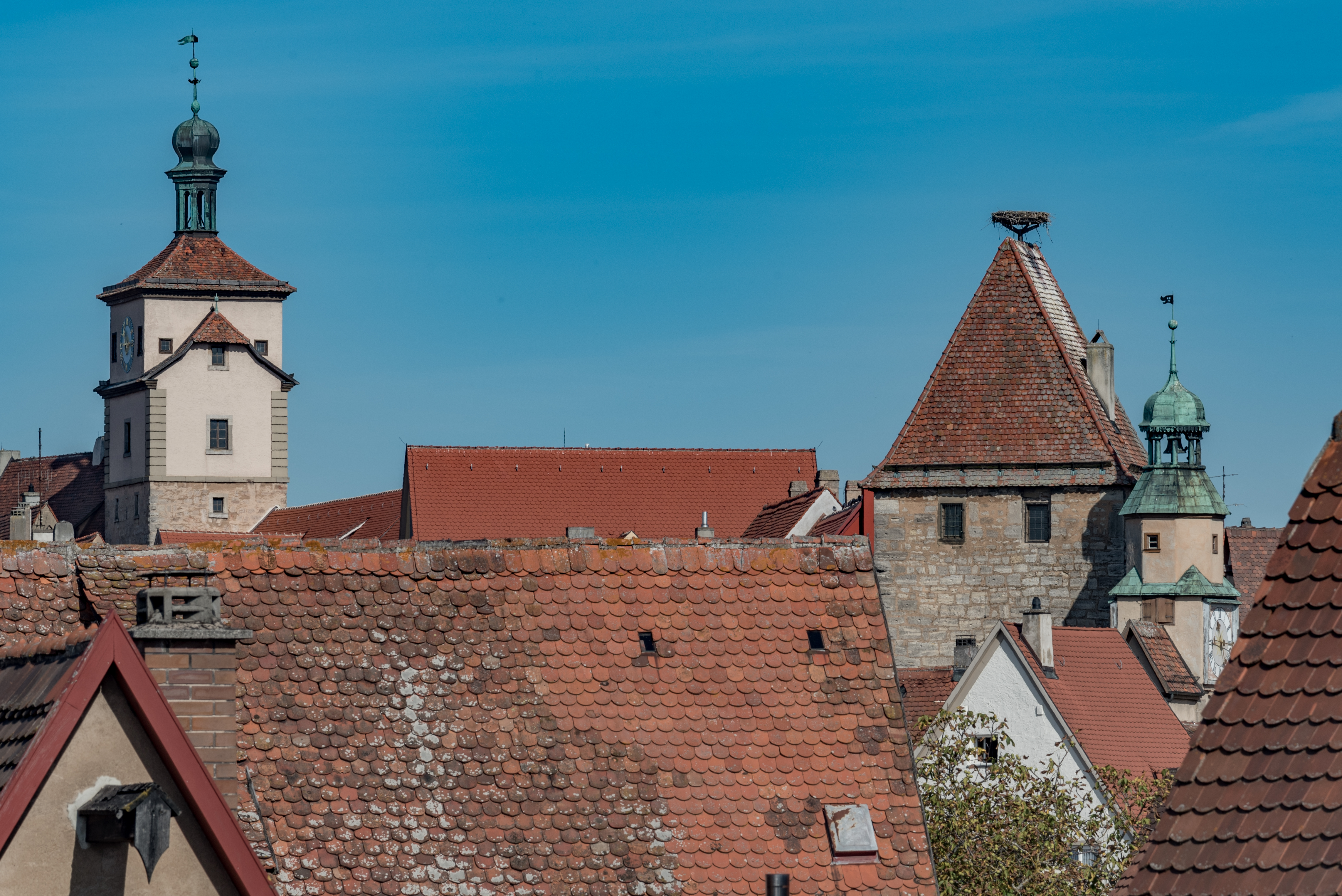
Weißer Turm und Markusturm, von Süden weitere Bilder
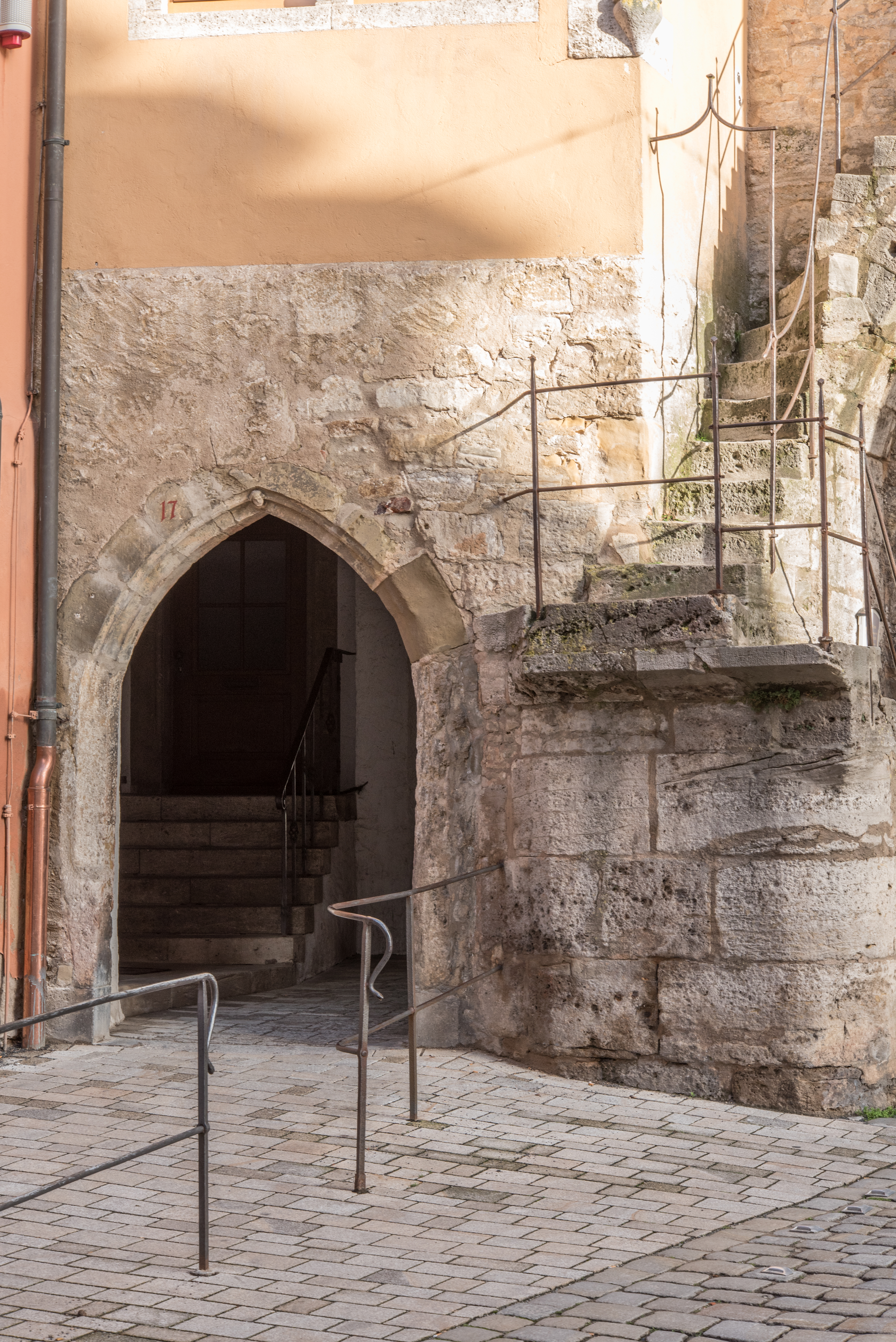
Weißer Turm, Fußgängerpforte, Treppenaufgang Stadtseite weitere Bilder
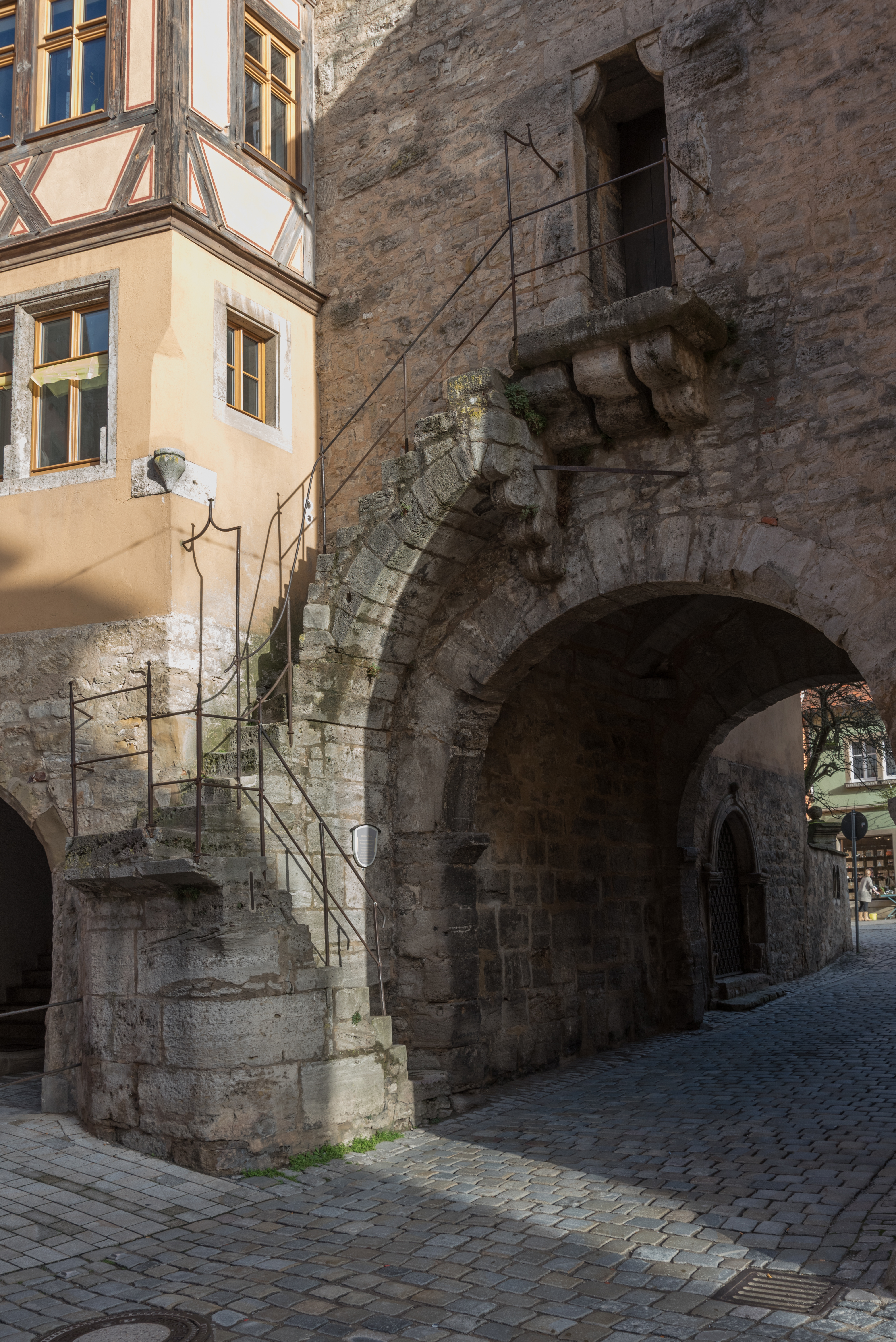
Weißer Turm, Treppenaufgang Stadtseite weitere Bilder
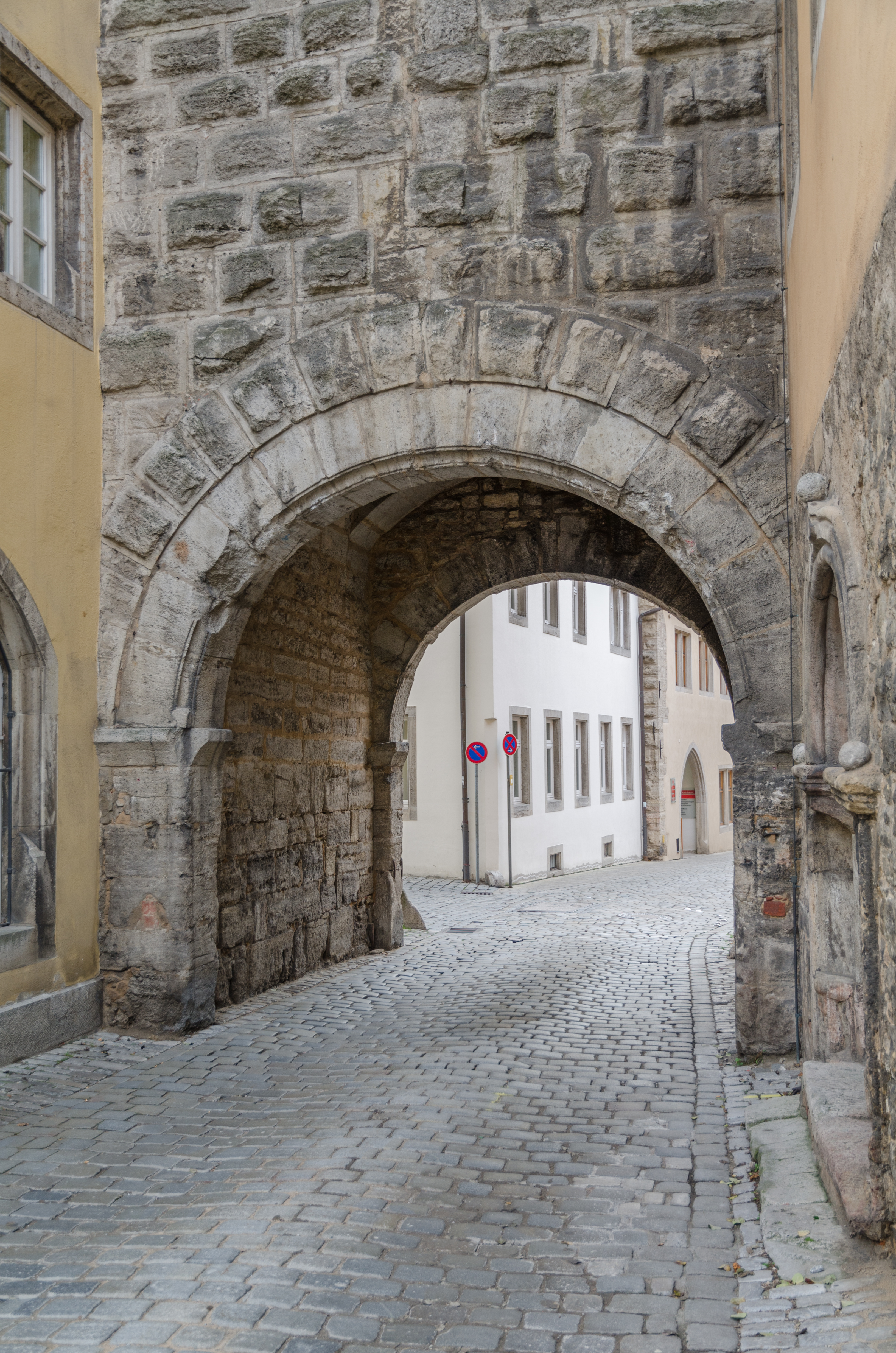
Weißer Turm, Durchfahrt Feldseite weitere Bilder
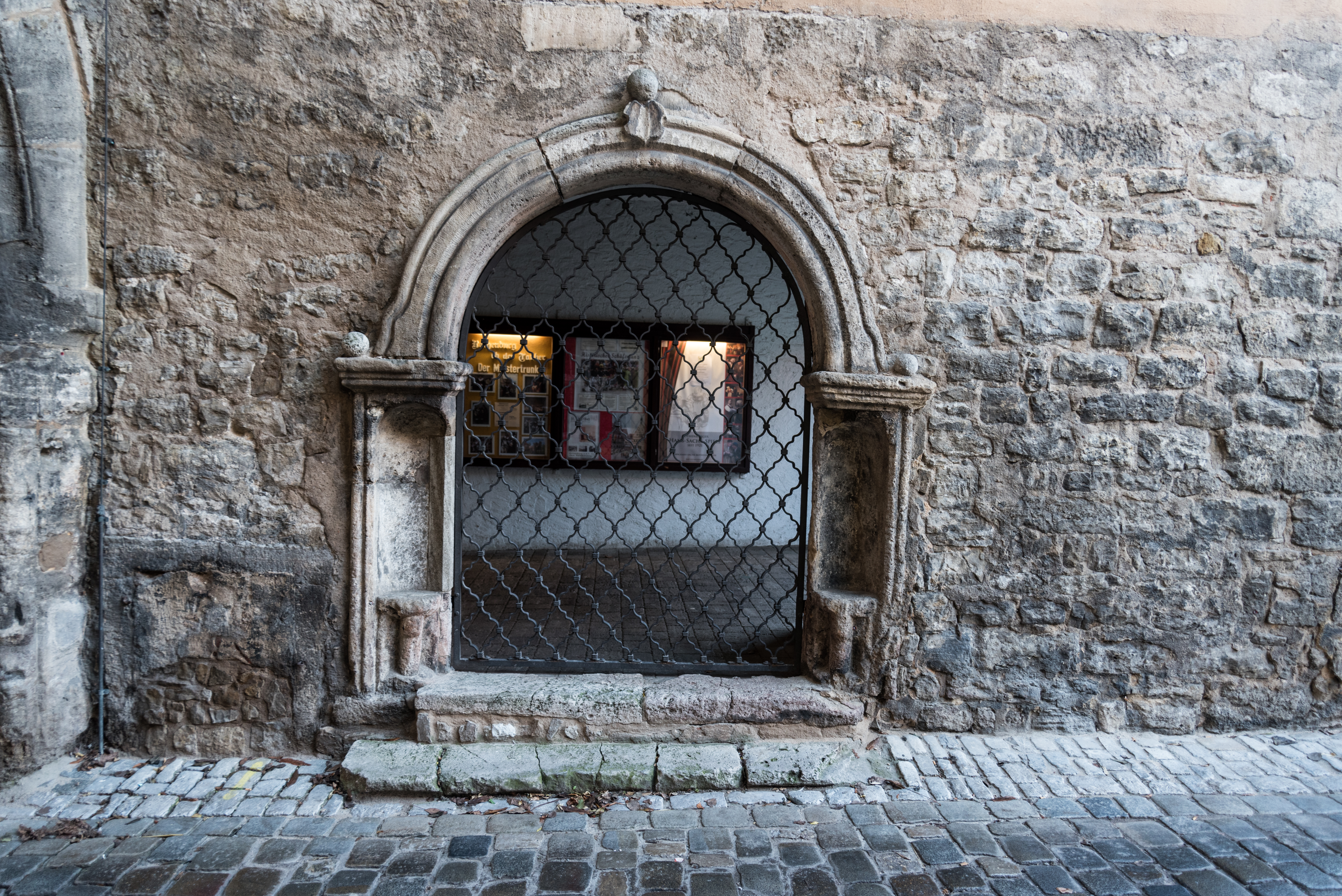
Weißer Turm, Durchfahrt von der Fußgängerpforte weitere Bilder
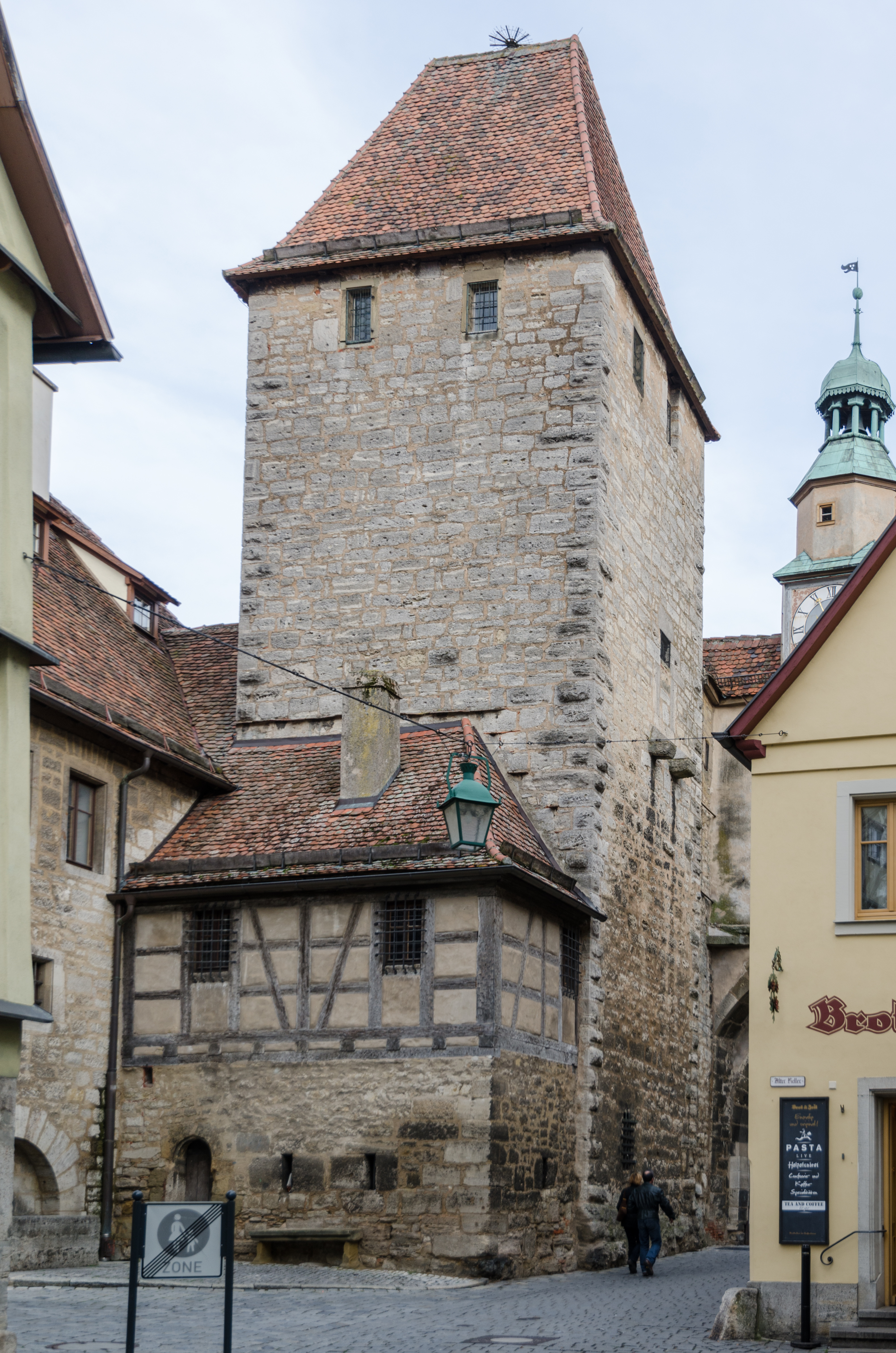
Markusturm, von Westen weitere Bilder
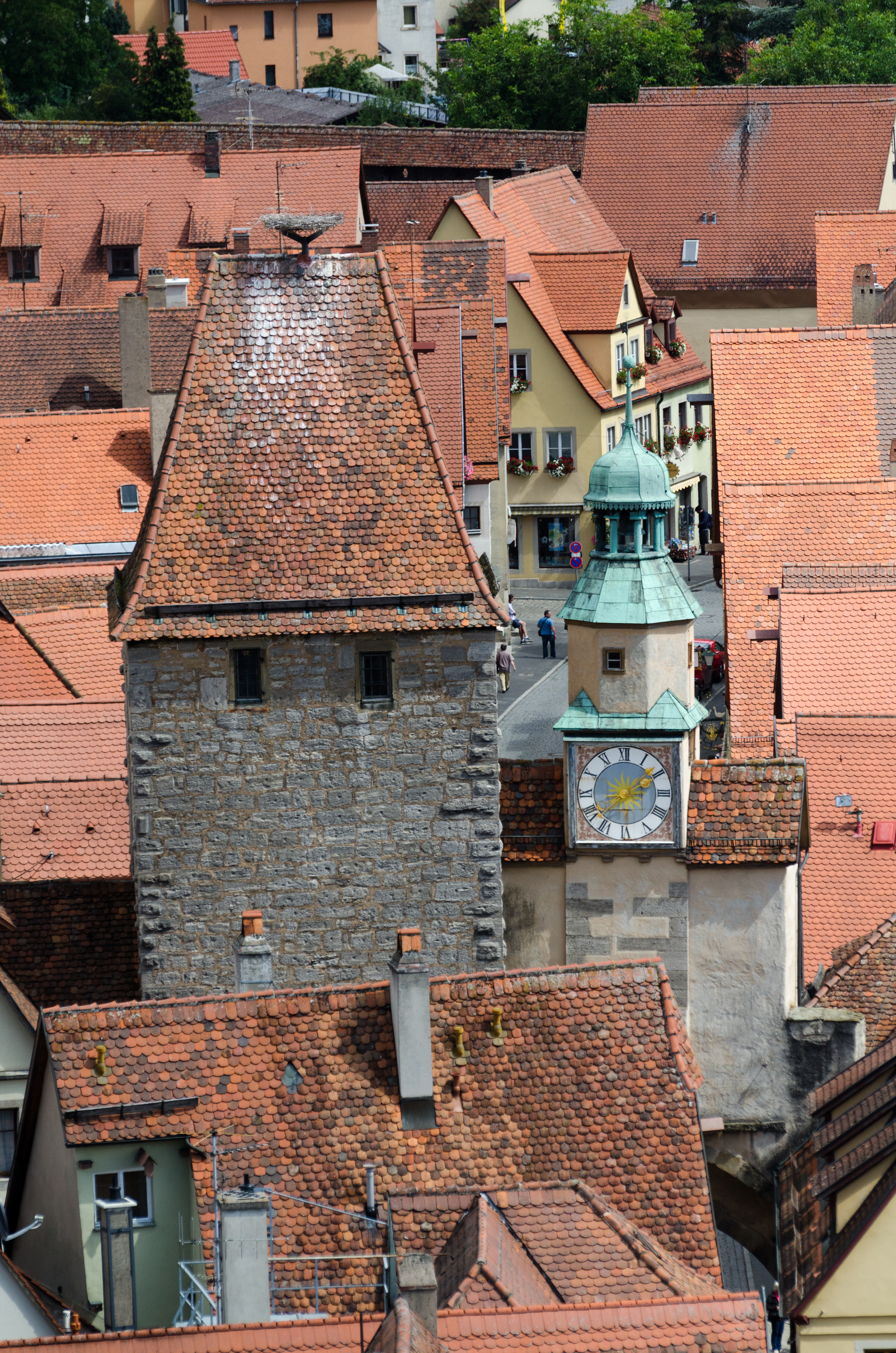
Markusturm, von Westen, vom Rathausturm weitere Bilder
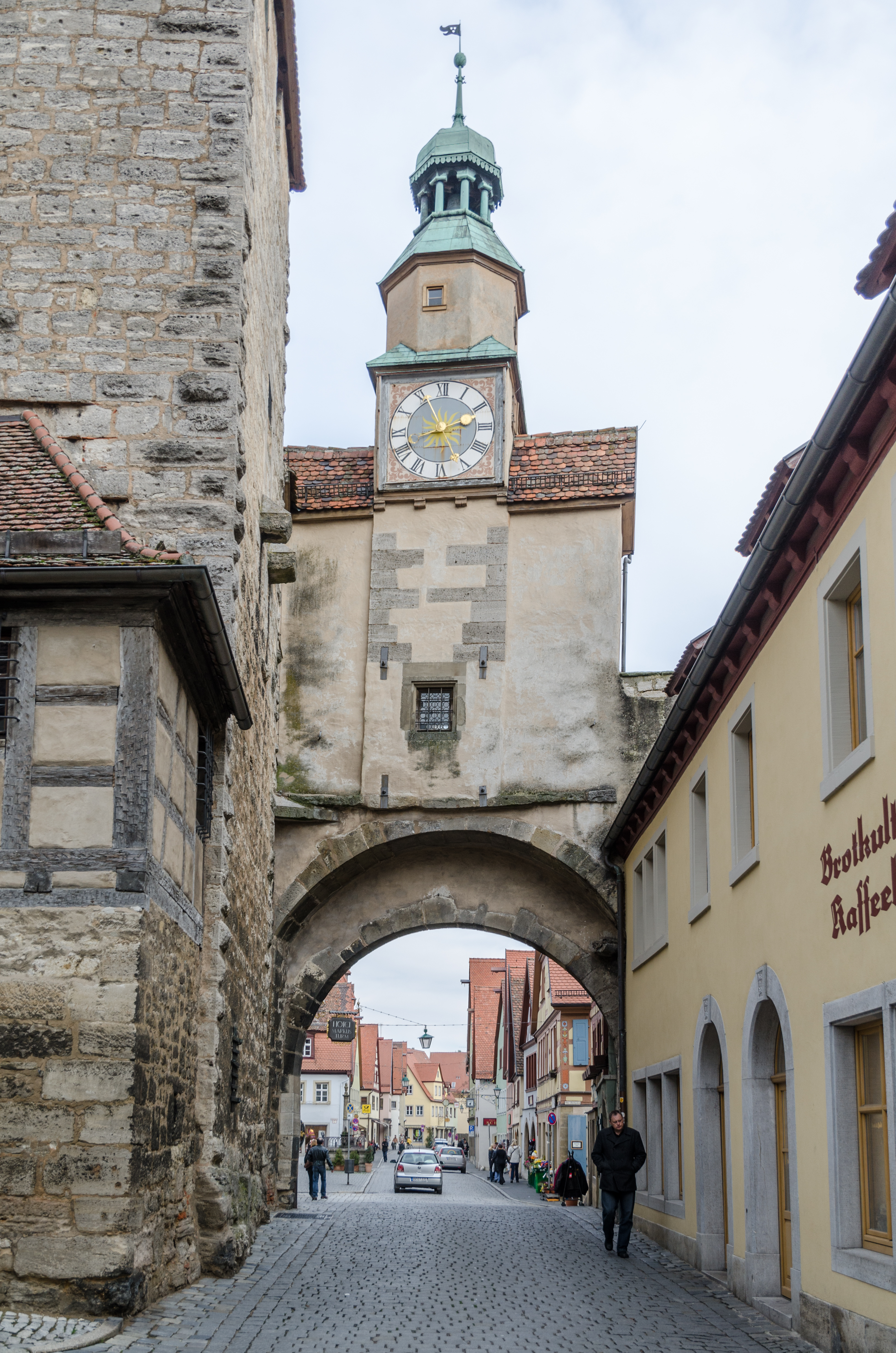
Röderbogen, von Westen weitere Bilder
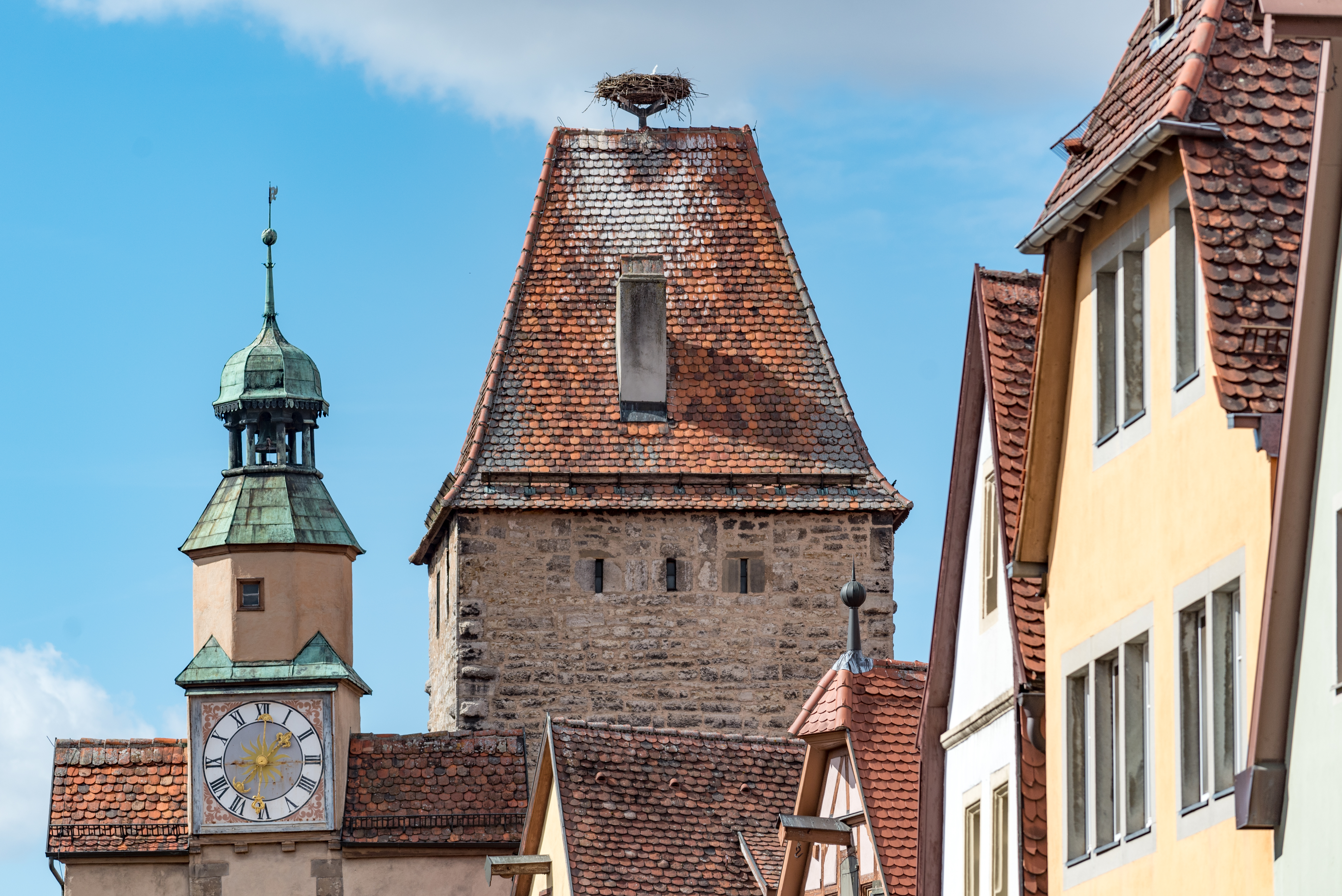
Röderbogen und Markusturm, von Osten weitere Bilder
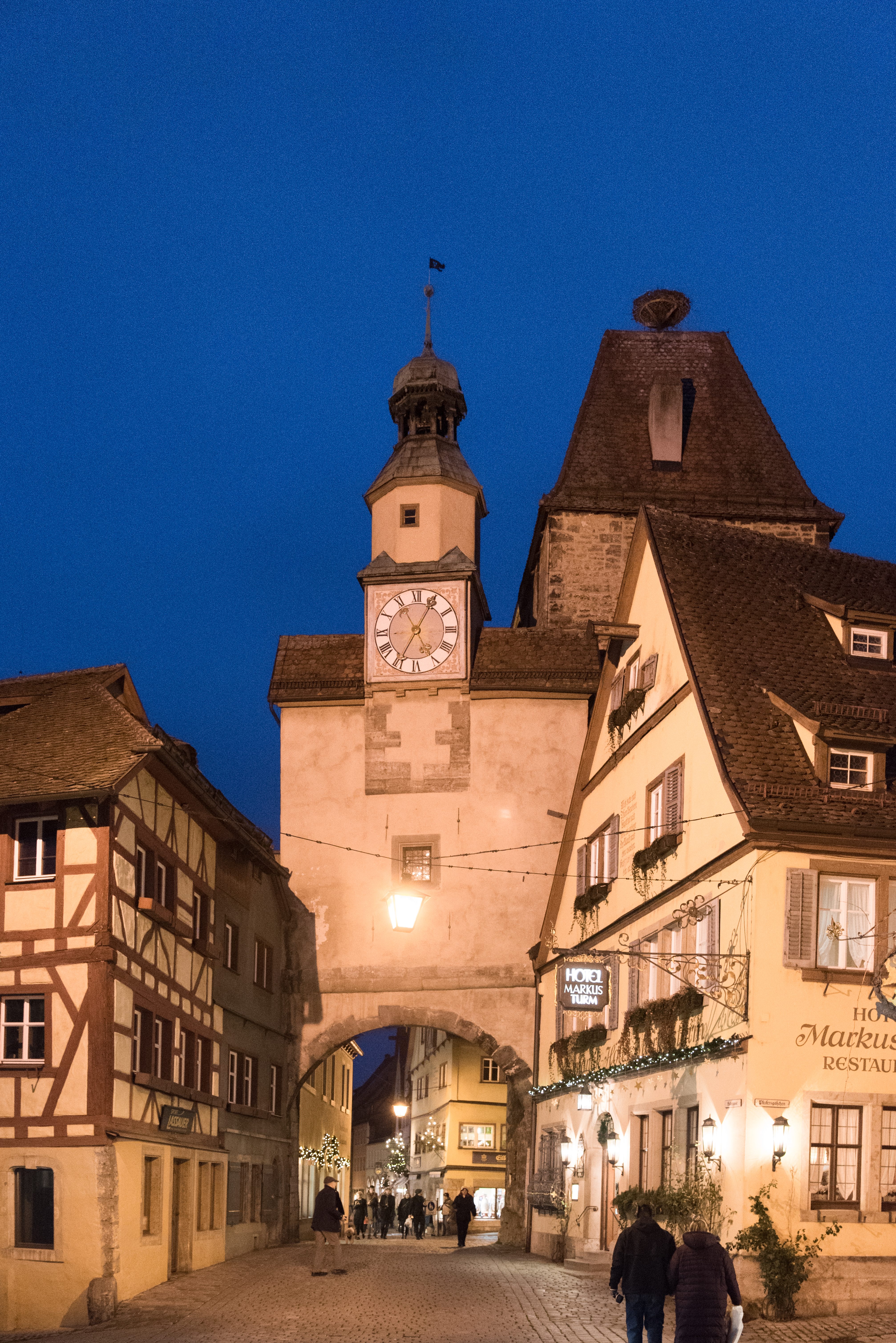
Röderbogen und Markusturm, von Osten weitere Bilder
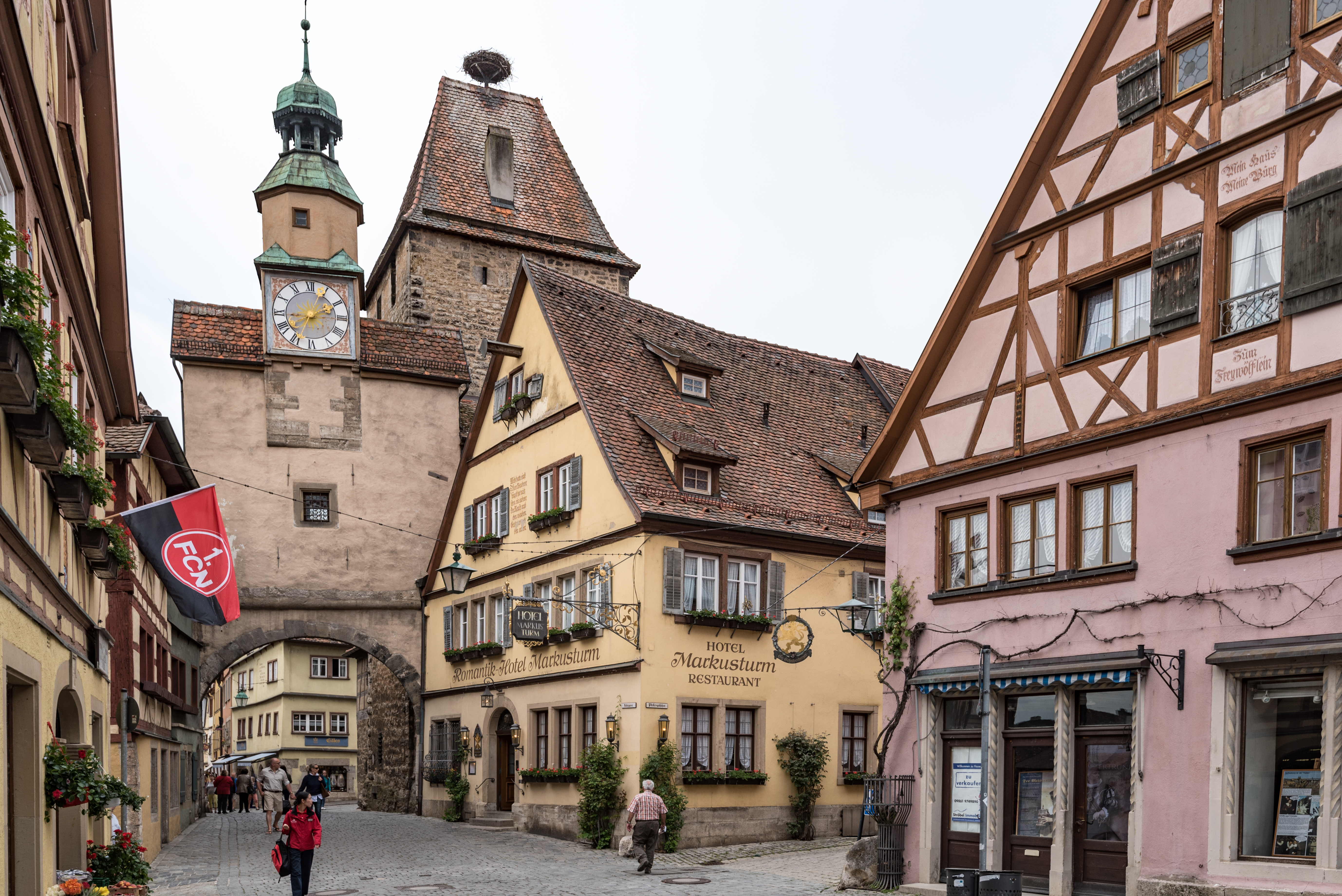
Röderbogen und Markusturm, von Osten weitere Bilder
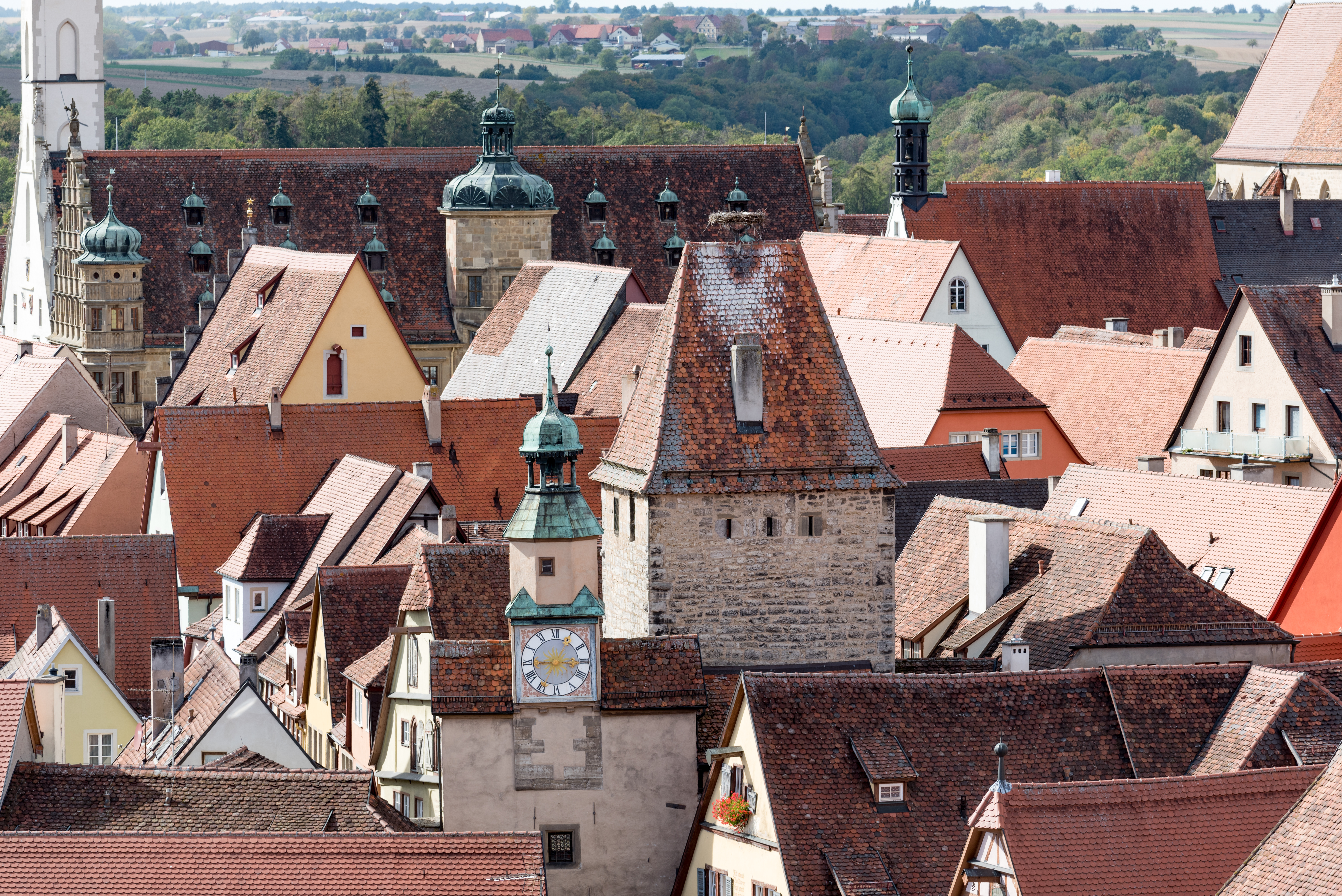
Röderbogen und Markusturm, von Osten, vom Röderturm weitere Bilder
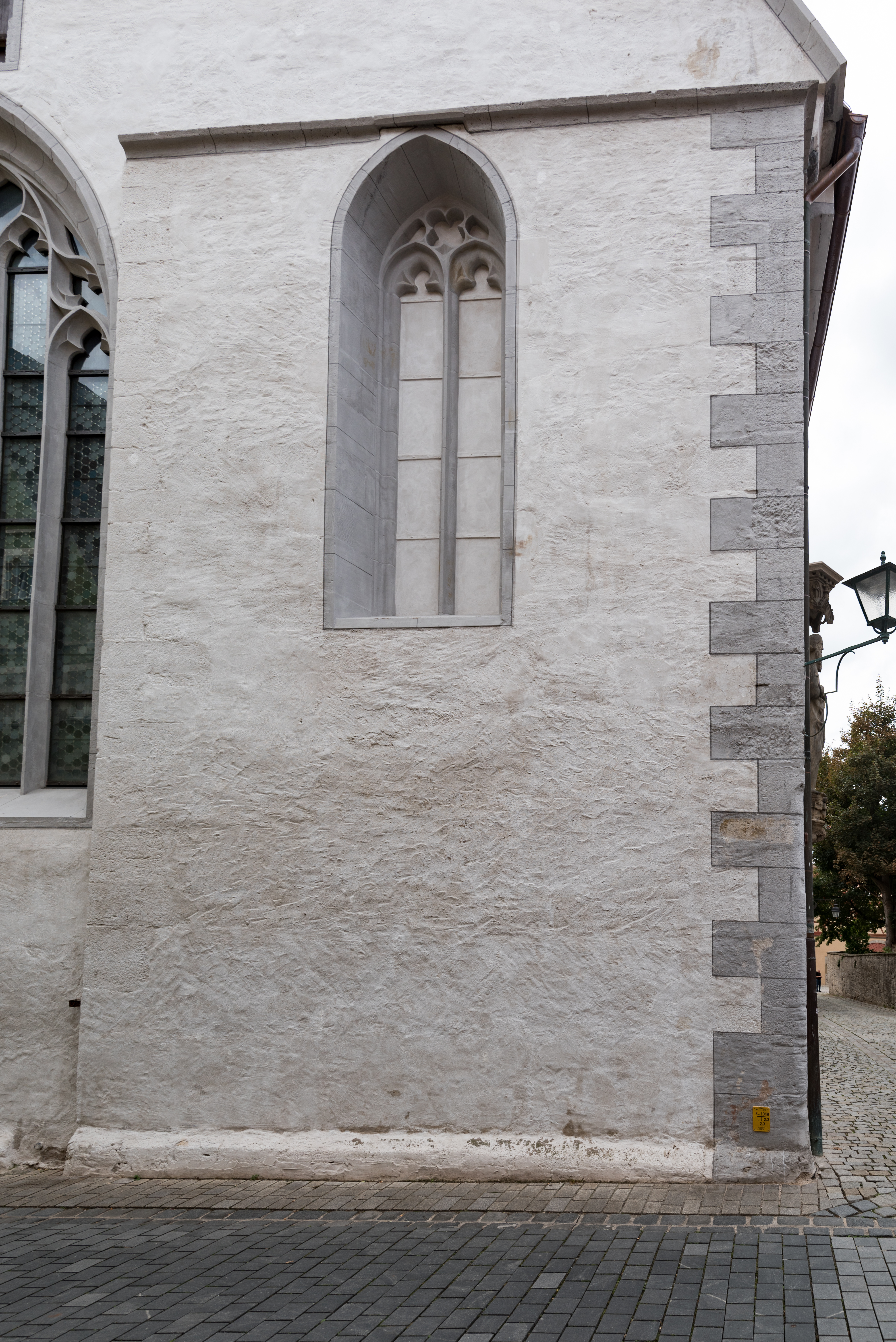
Reste des Gebsattler Tors an der Ostwand der Johanniskirche weitere Bilder
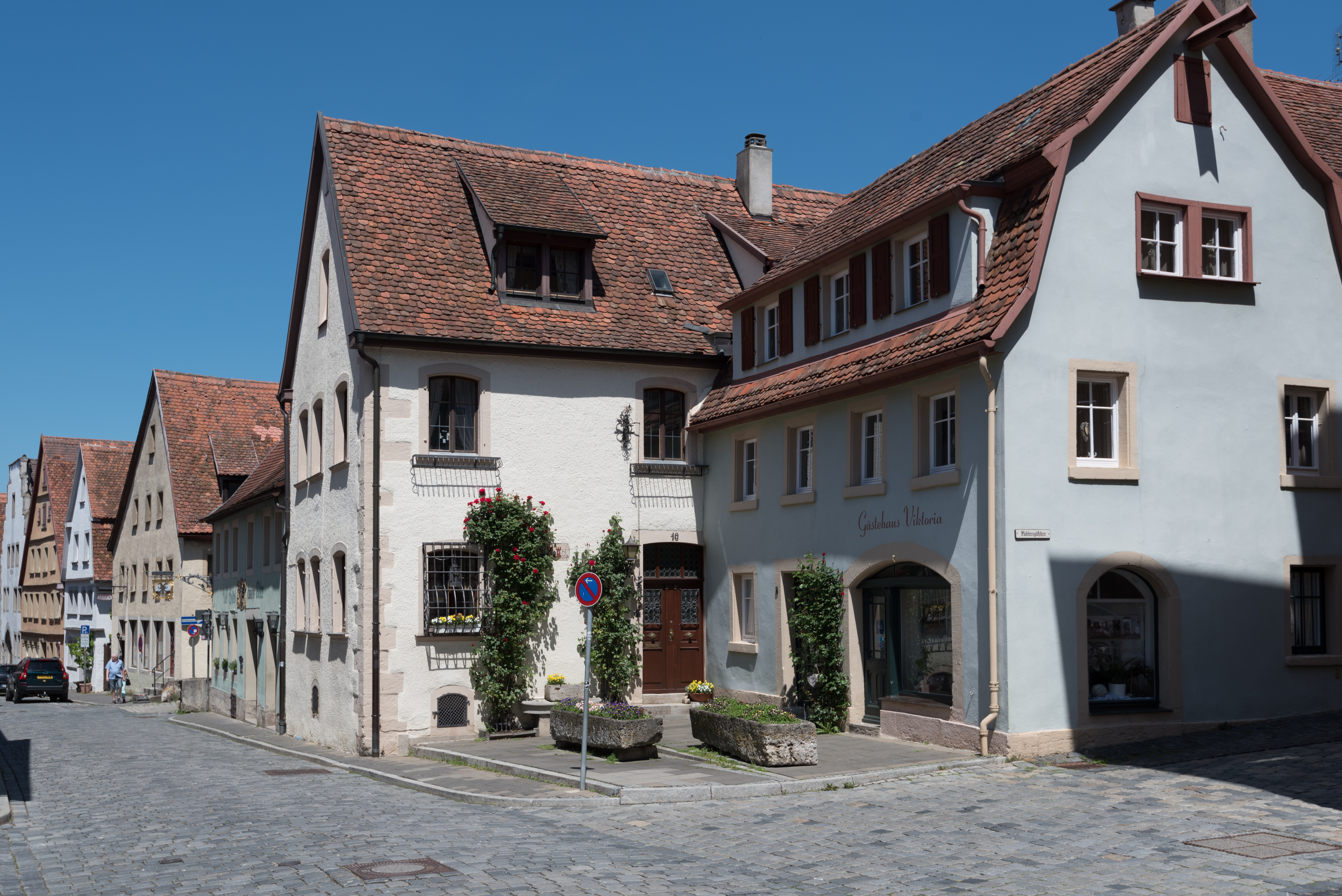
Lage des ehemaligen inneren Klingentors bei Klingengasse 10 weitere Bilder

### Äußerer Bering
Die Bauwerke des geschlossenen Mauergürtels um die Altstadt mit den Vorstädten sind, im Uhrzeigersinn beginnend bei der alten Burg, folgende.

#### Burgtor
Die Burgtoranlage ist größtenteils erhalten.
- Herrngasse 35 (Lage), Stadttor, sogenanntes Burgtor, quadratischer Torturm mit abgewinkeltem Zeltdach und vorgelagertem Torhaus mit spitzbogiger Durchfahrt und Scharwachtürmchen, drittes Viertel 14. Jahrhundert, Torhaus drittes Viertel 15. Jahrhundert (D-5-71-193-194)
- Herrngasse 35 (Lage), Vortor mit Steinbrücke und zwei Torwächterhäuschen (Lage) (Lage), Eingeschossige verputzte Viertelkreisbauten mit Zeltdach und Torbogen mit Ziergiebel, von Leonhard Weidmann, bezeichnet „1596“, Brücke (Lage) 18. Jahrhundert (D-5-71-193-194)

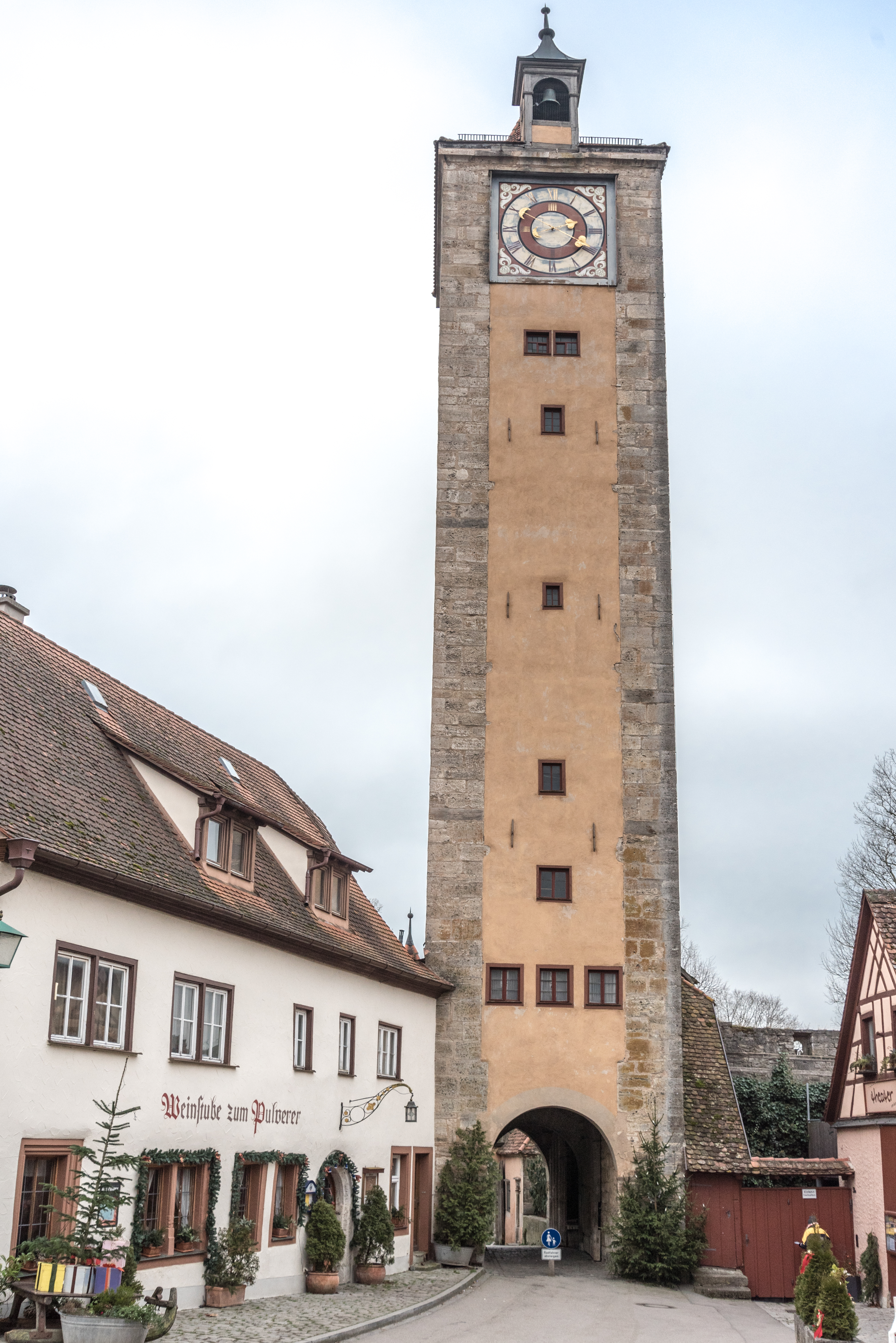
Torturm, Stadtseite weitere Bilder
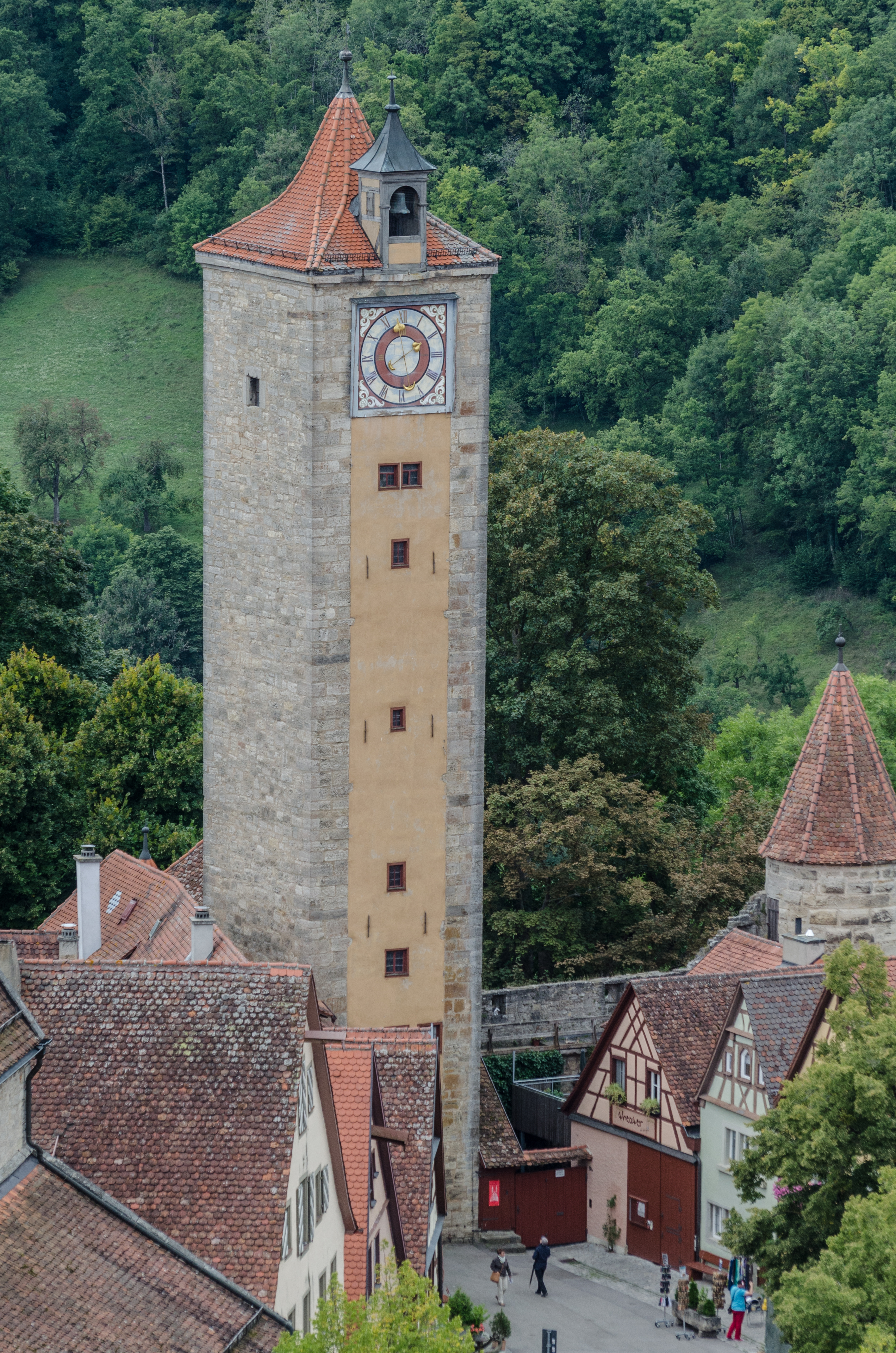
Torturm, Stadtseite, vom Rathausturm weitere Bilder
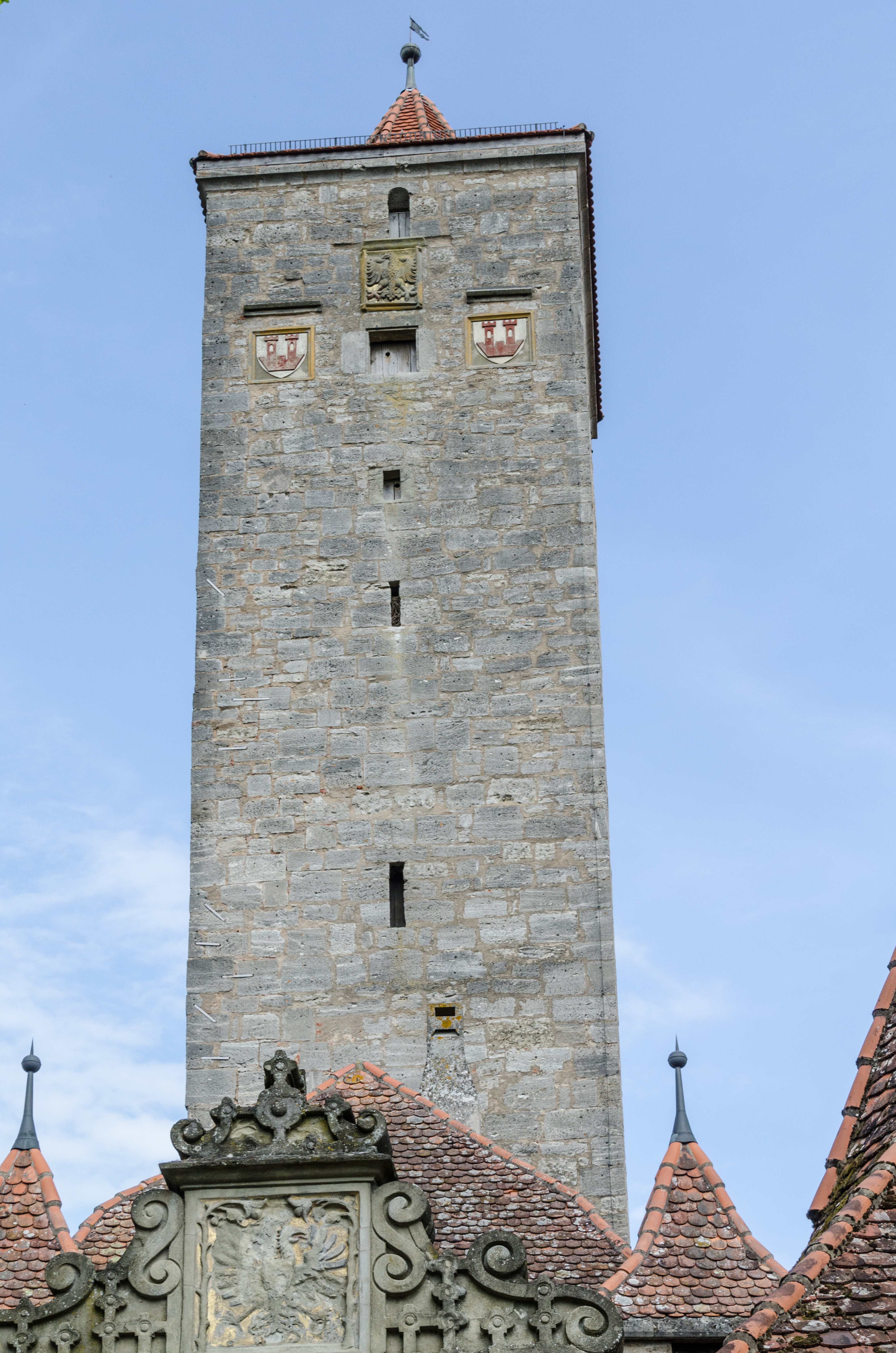
Torturm, Feldseite weitere Bilder
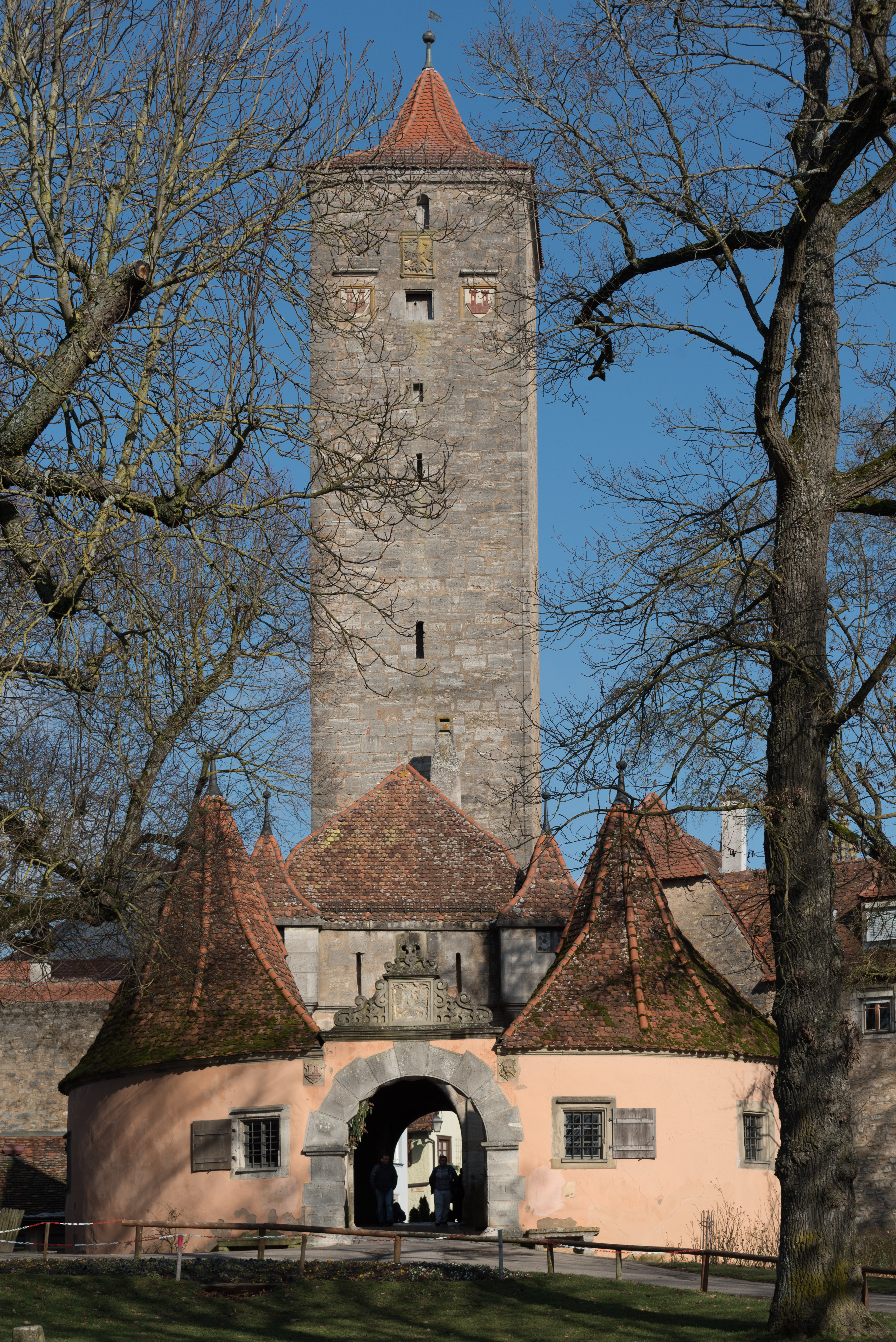
Torturm und Vortor, Feldseite weitere Bilder
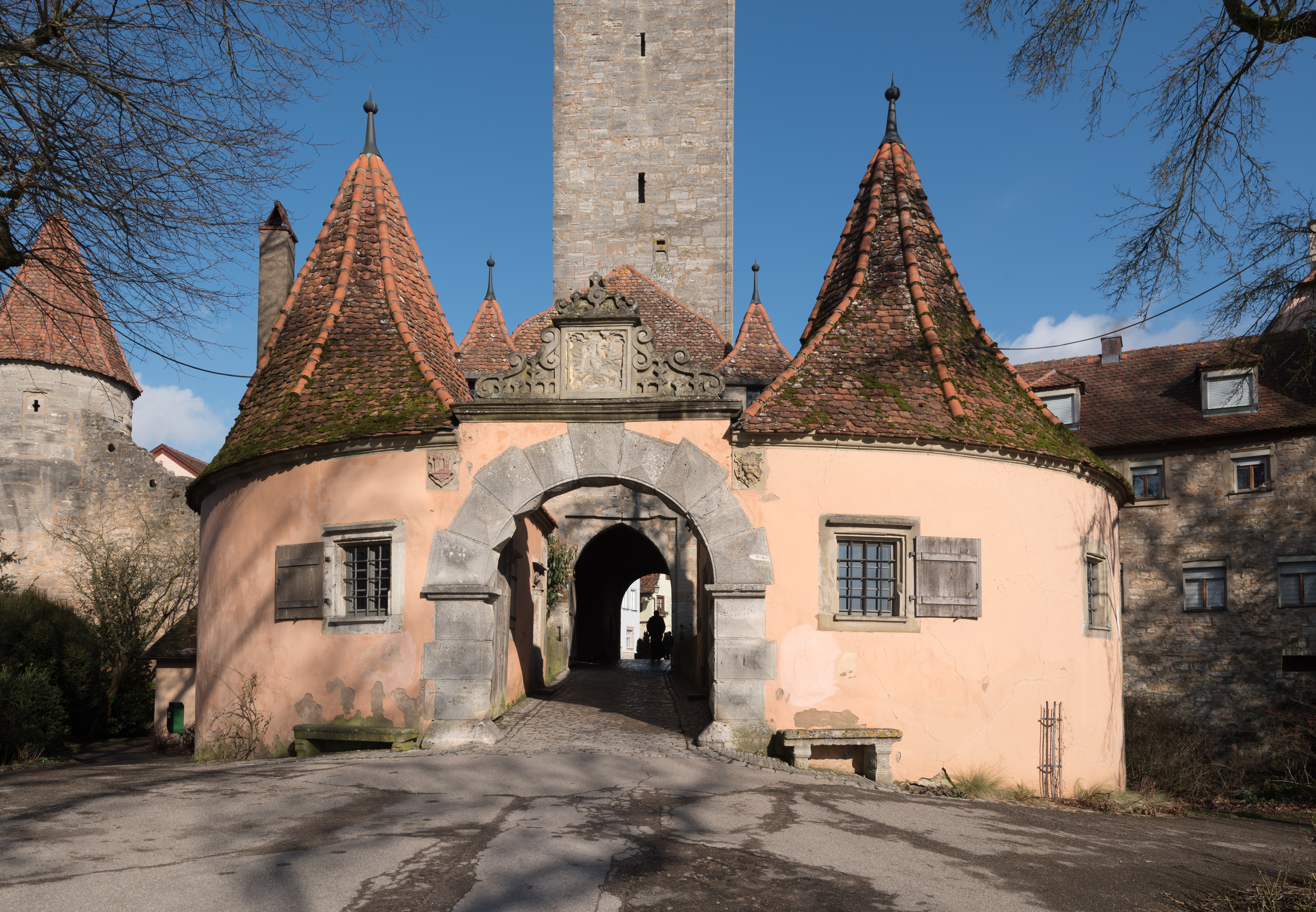
Torwächterhäuschen, Feldseite weitere Bilder
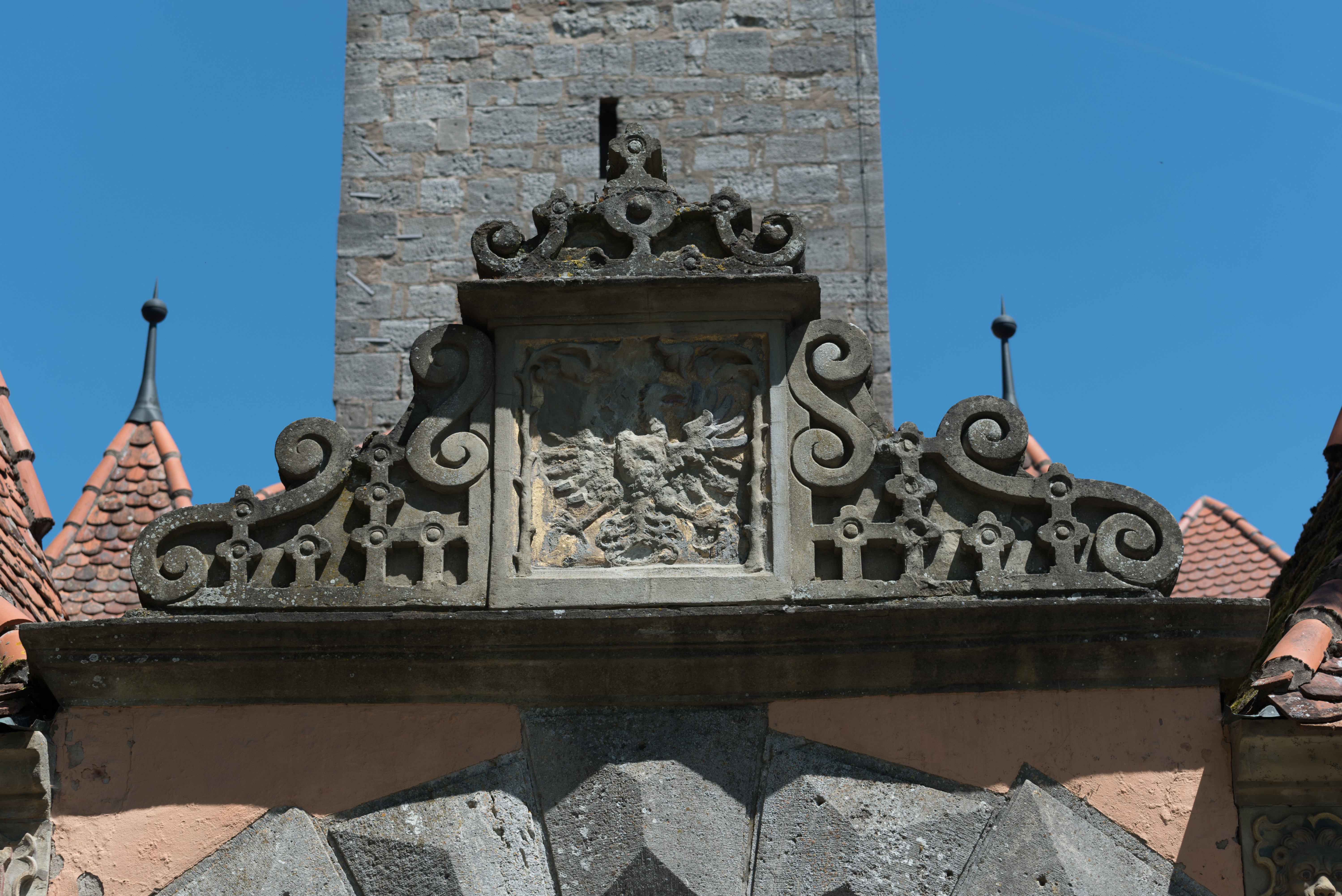
Wappen am Vortor, Feldseite weitere Bilder
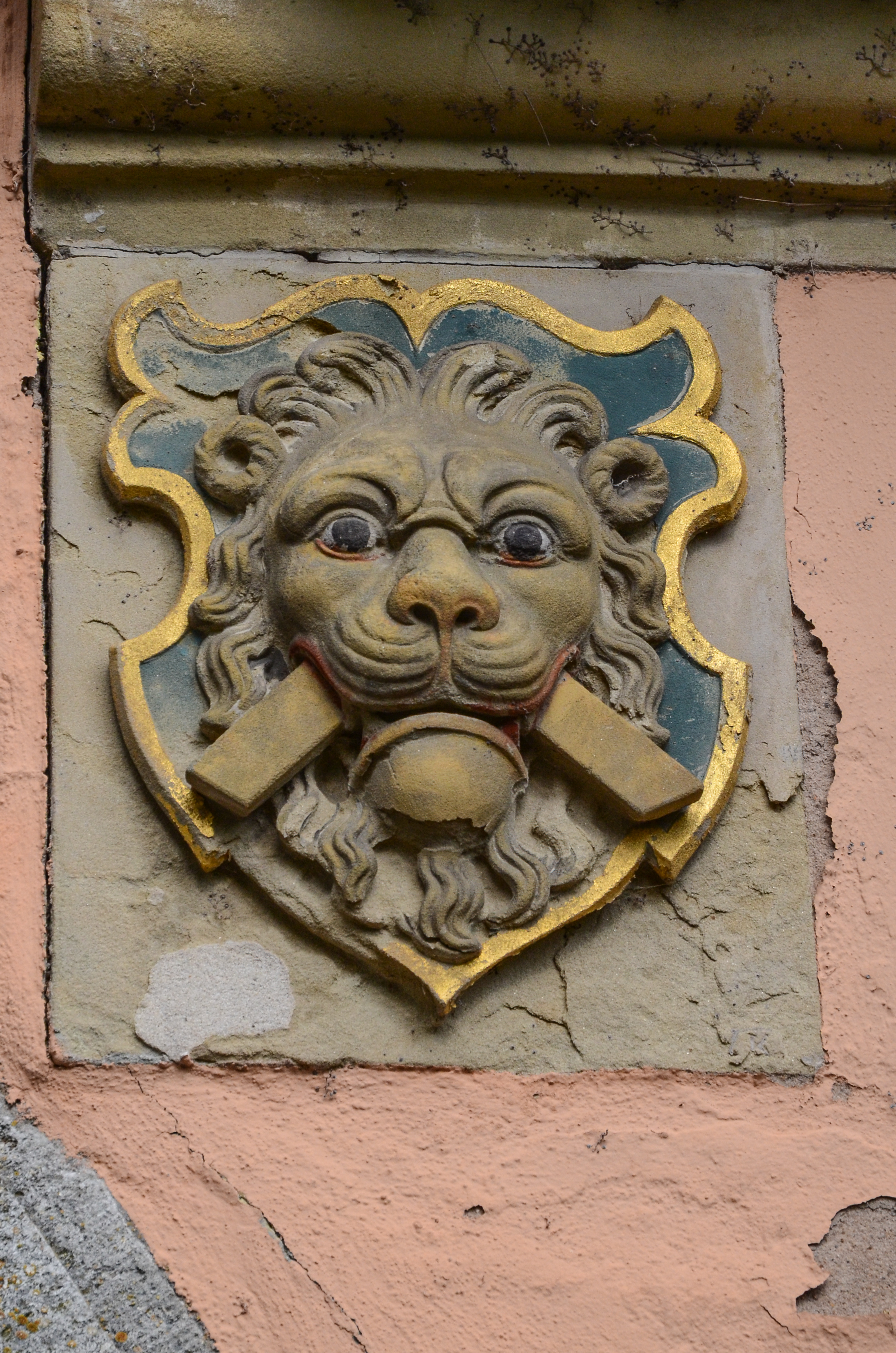
Wappen am Vortor, Feldseite weitere Bilder
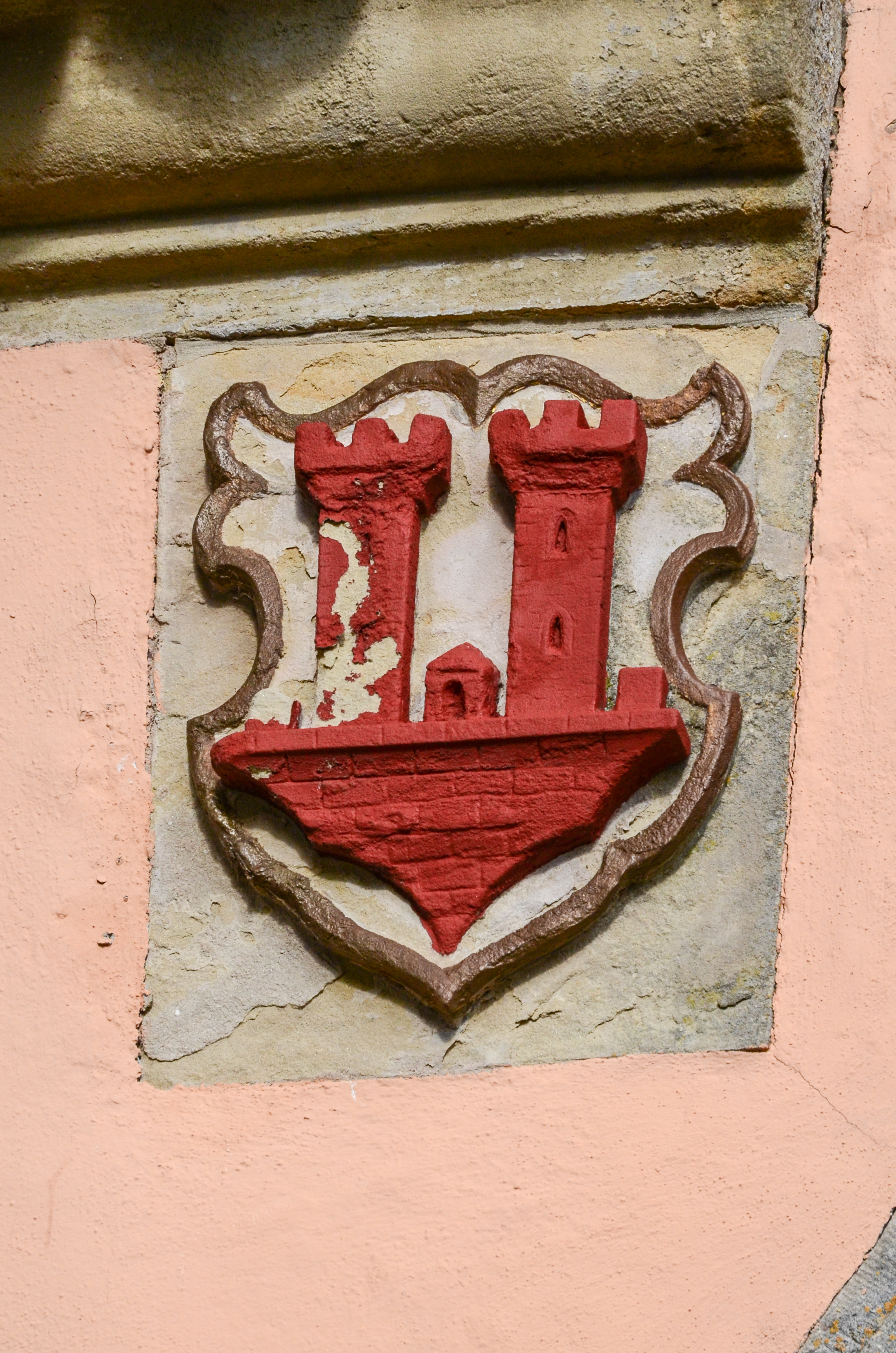
Wappen am Vortor, Feldseite weitere Bilder
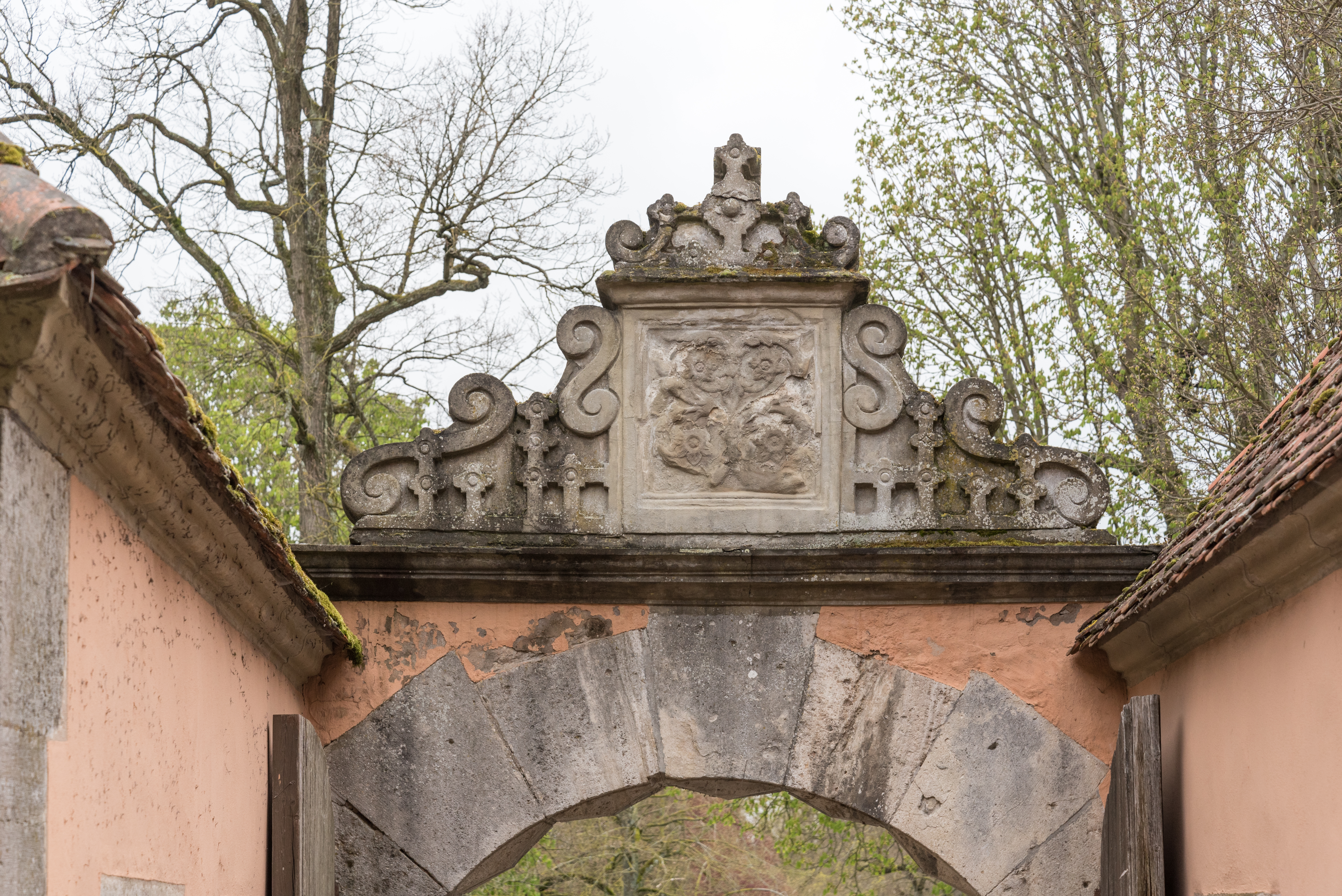
Wappen am Vortor, Stadtseite weitere Bilder
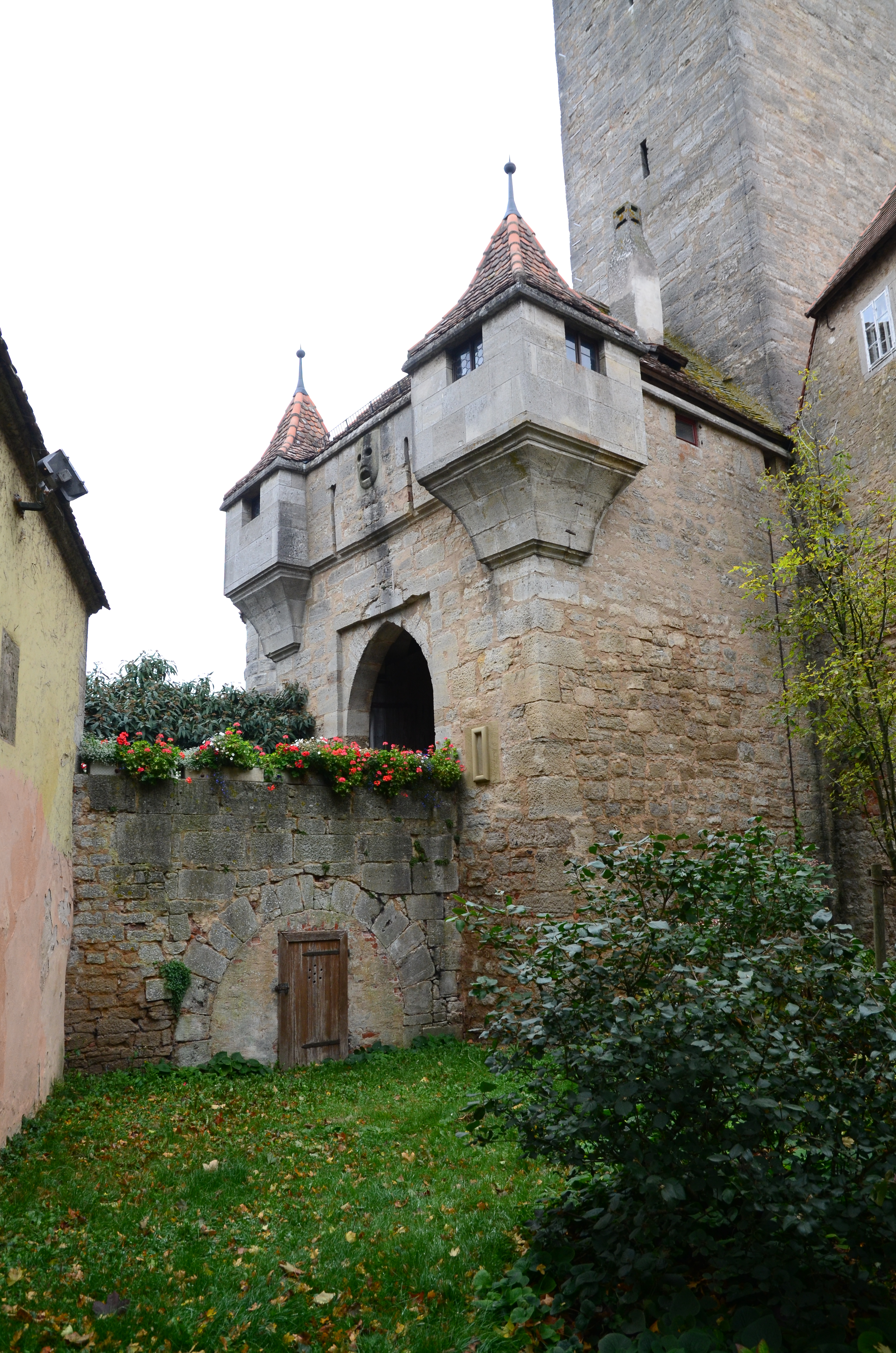
Brücke, Torbarbakane, von Süden weitere Bilder
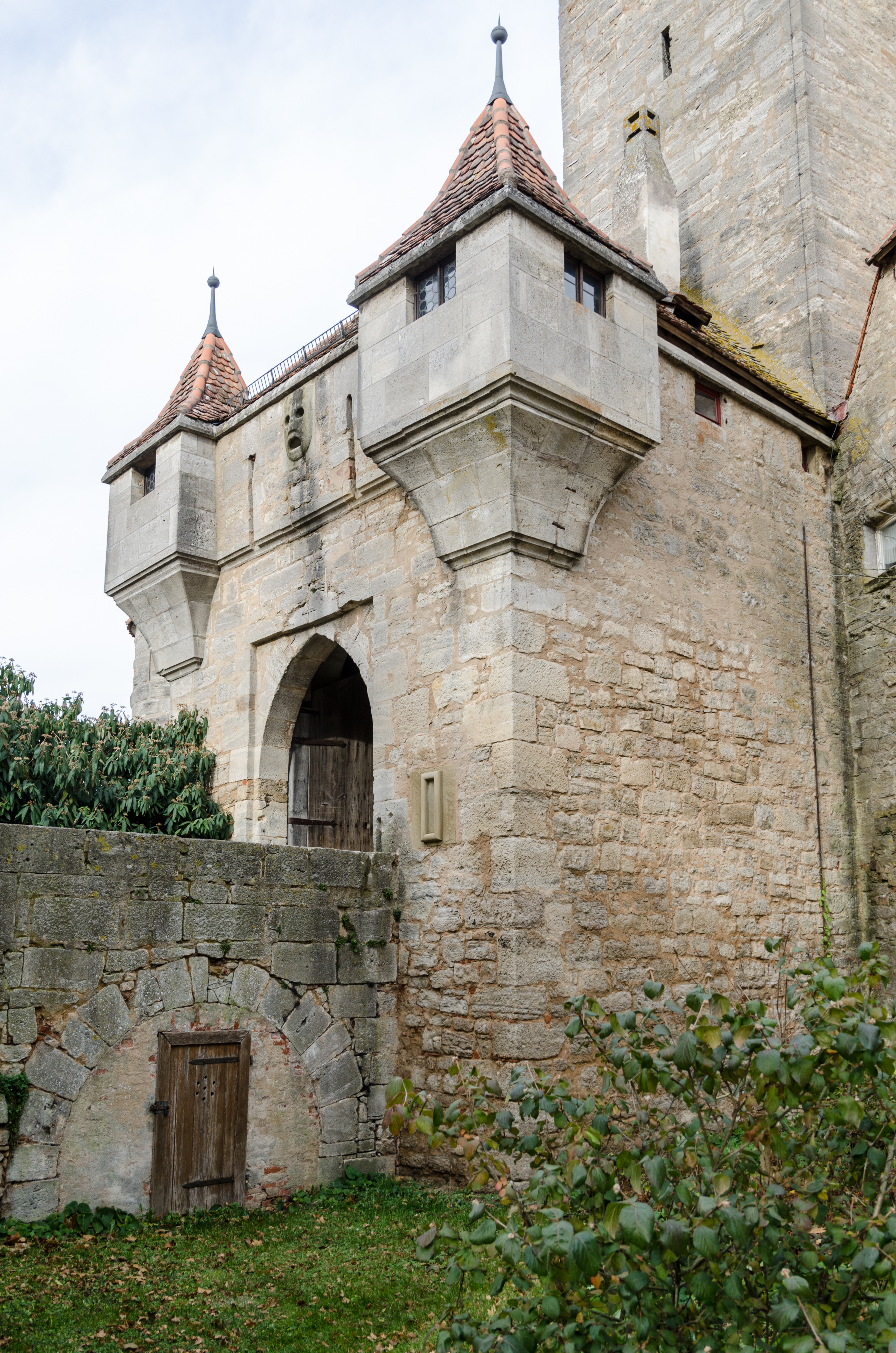
Torbarbakane, von Süden weitere Bilder
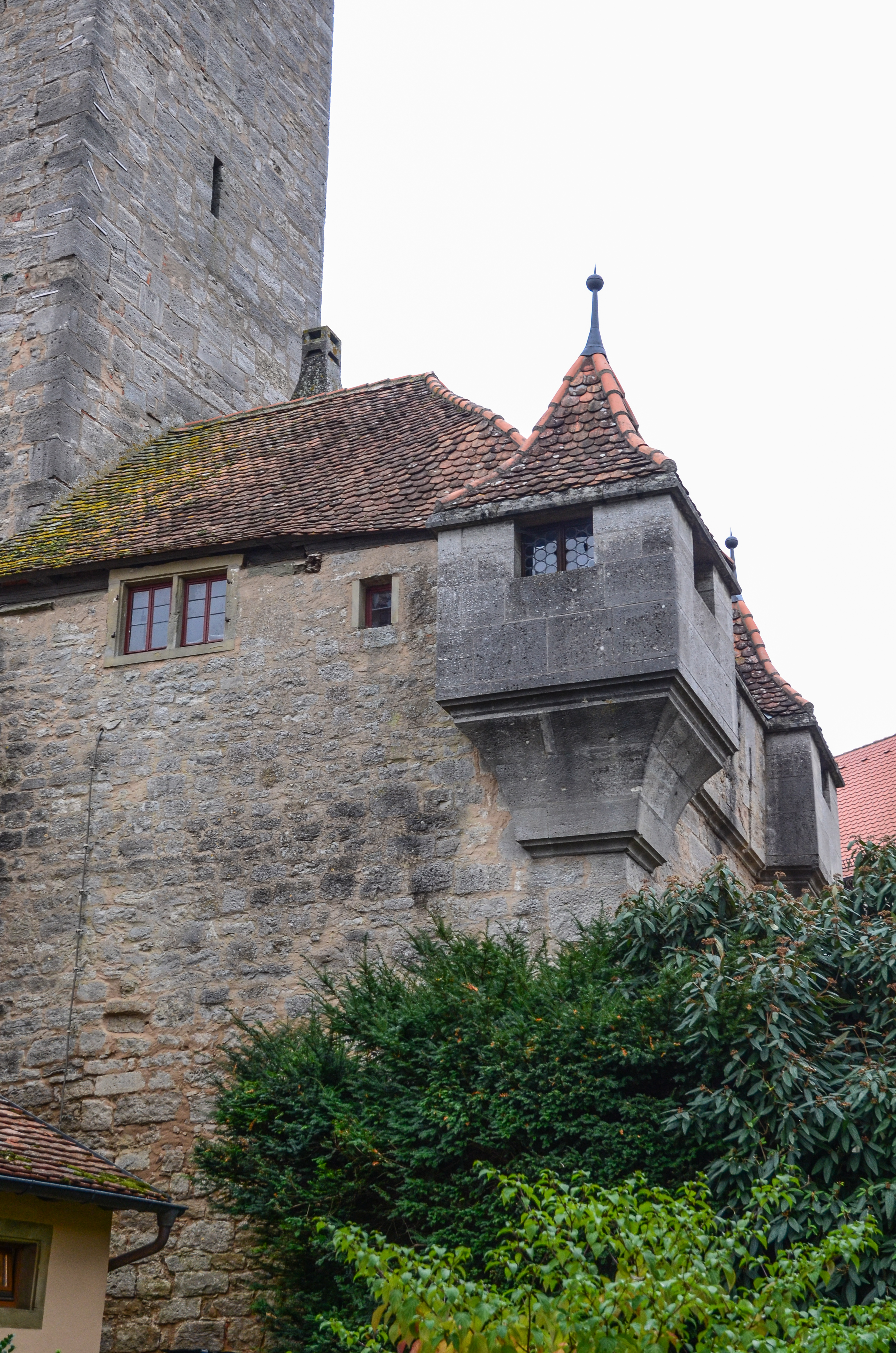
Torbarbakane, von Norden weitere Bilder
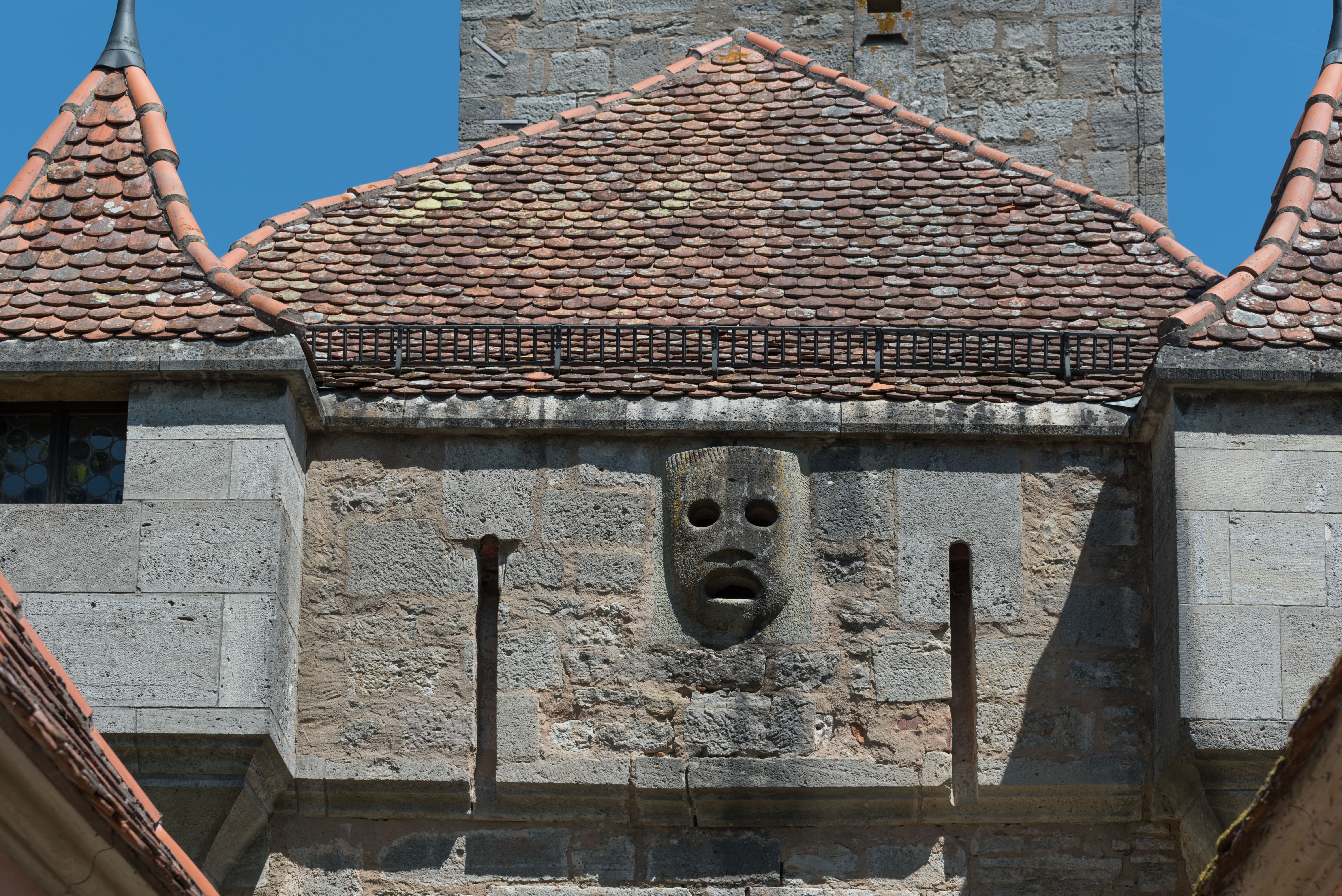
Torbarbakane, Pechnase, von Westen weitere Bilder

#### Vom Burgtor zum Klingentor
Der Mauerabschnitt zwischen Burgtor und dem Dominikanerkloster gehört zum inneren Bering. Ab Klosterweth schließt der Äußere Bering an. Im Mauerabschnitt vom Burgtor zum Klingentor befinden sich ein Mauerreiterturm und vier Mauertürmen. Die talseitige Mauer bis zum Strafturm ist nur in geringer Höhe über Straßenniveau, zwischen Strafturm und Klingentor in voller Höhe erhalten. In diesem Abschnitt ist kein Wehrgang mehr vorhanden. Die Mauer ist auf der Feldseite vollständig zugänglich. Auf der Stadtseite ist die Mauer im Trompetergäßen, im Klostergarten während der Öffnungszeiten und in der Gasse Klosterweth zugänglich.
- Alte Burg (Lage) Scharwachturm, sogenanntes Burgeck oder auch Schneiderstürmle, eingeschossiger Rundturm mit Kegeldach, Bruchstein und Buckelquader, Anfang 15. Jahrhundert
- Stadmauerzug vom Burgtor zum Klingentor über Burgeck, Herrngasse 38a, 38 (Lage), Herrngasse 34 (Lage),Trompetergäßchen (Lage), Klostergasse 1 (Lage), Klosterhof (Lage) (Lage), Klosterweth (Lage) (Lage) (Lage) (Lage)
- Klosterhof 5 (Lage) Wachturm und ehemaliger Wohnturm des Totengräbers, sogenannter Bettelvogtsturm, quadratischer Bruchsteinbau mit Pyramidendach, nach 1356
- Klosterhof 5 (Lage) Sogenannter Dominikanerturm, rechteckiger Turmstumpf, wohl 12./13. Jahrhundert
- Klosterweth (Lage) Wachturm, sogenannter Klosterturm, viergeschossiger Rundturm vor und hinter der Mauer auf Stützpfeilern, Haustein mit Kegeldach, Anfang 15. Jahrhundert
- Klosterweth (Lage) Wach- und ehemaliger Gefängnisturm, sogenannter Strafturm, dreigeschossiger Bruchsteinbau mit Kegeldach, Anfang 15. Jahrhundert
- Nähe Klosterweth, Vom Klosterturm zum Klingentor (Lage) (Lage) (Lage) Stadtmauer- und Vormaueranlage

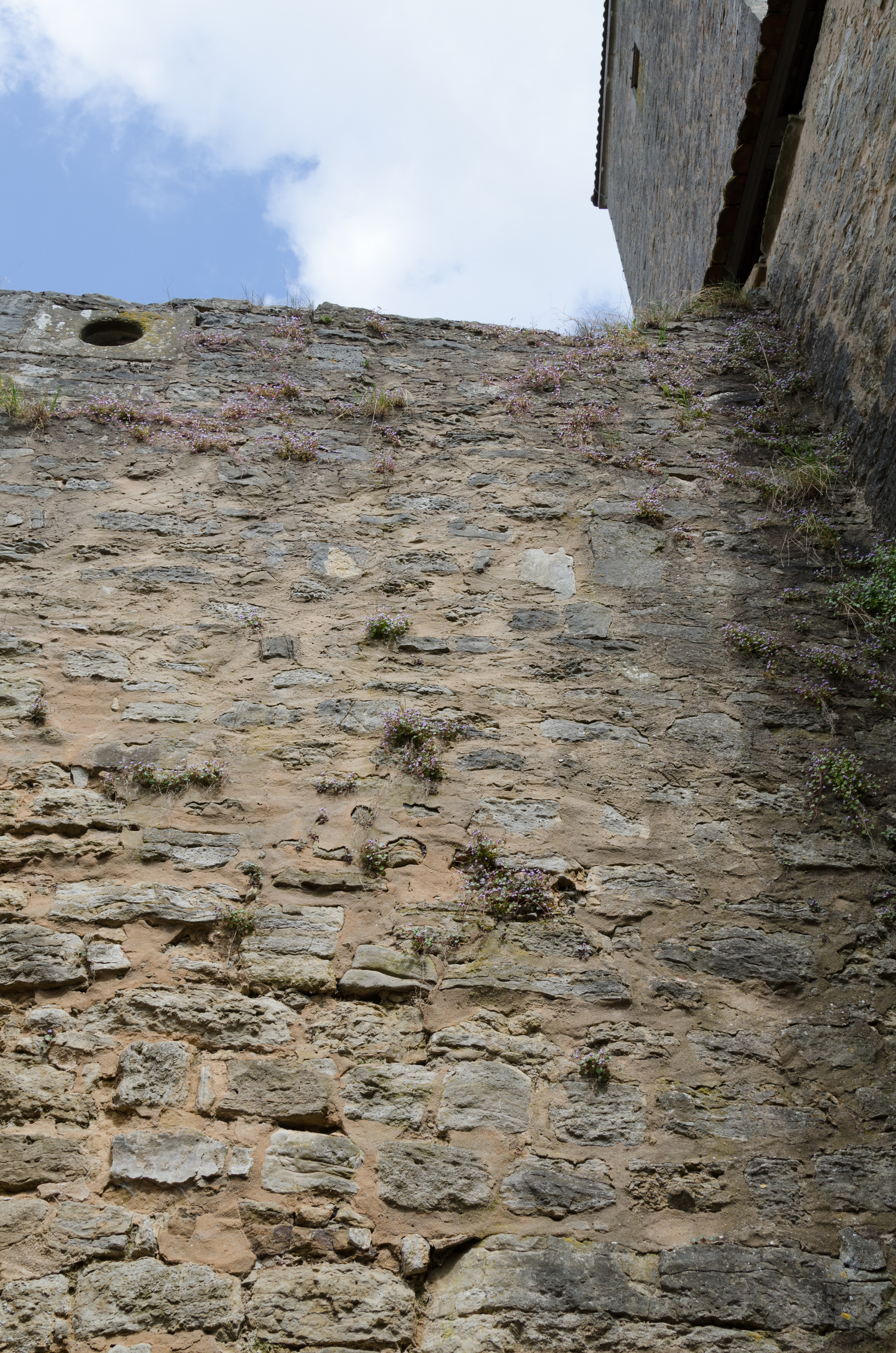
Stadtmauer zwischen Burgeck und Burgtor weitere Bilder
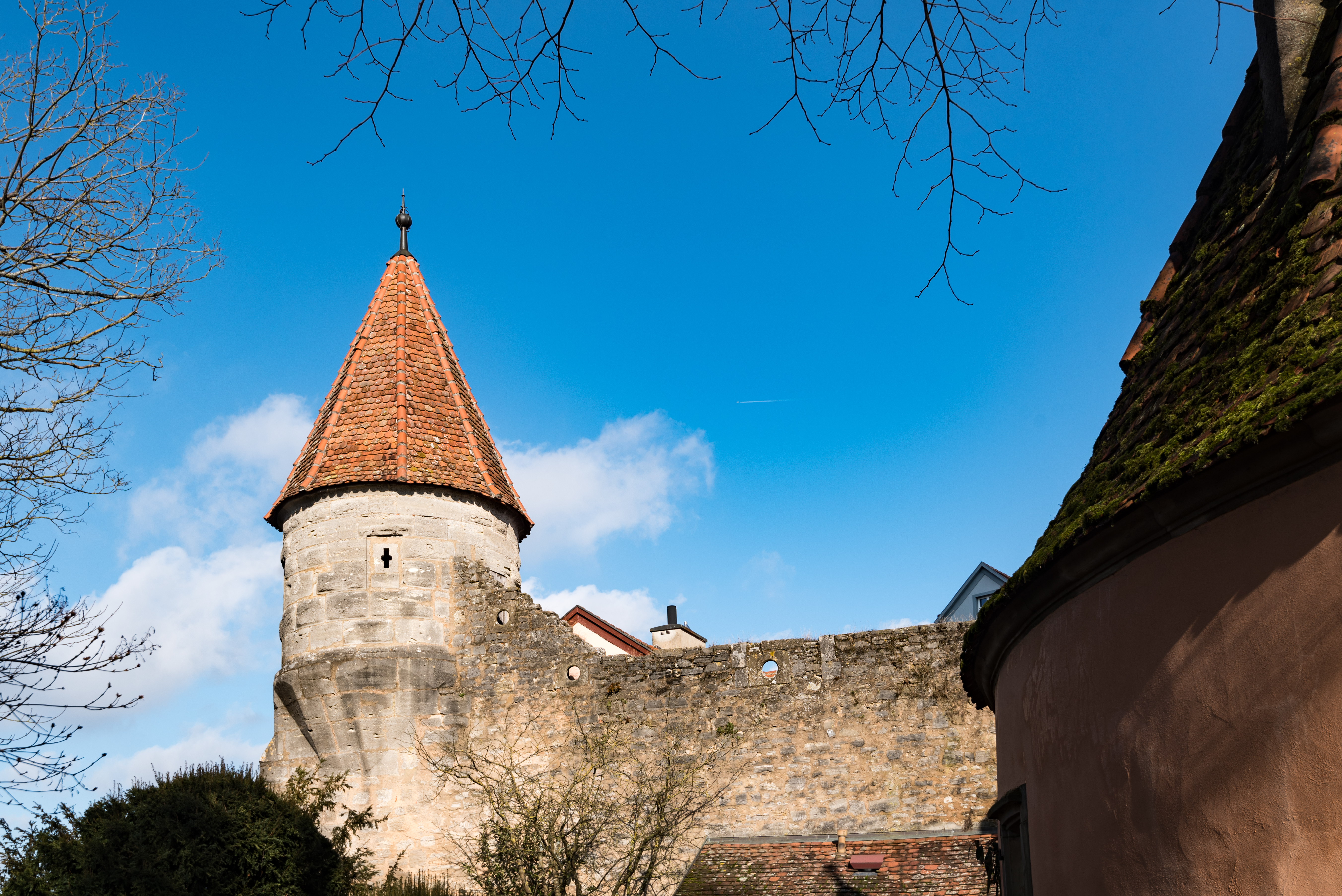
Burgeck, von Westen weitere Bilder
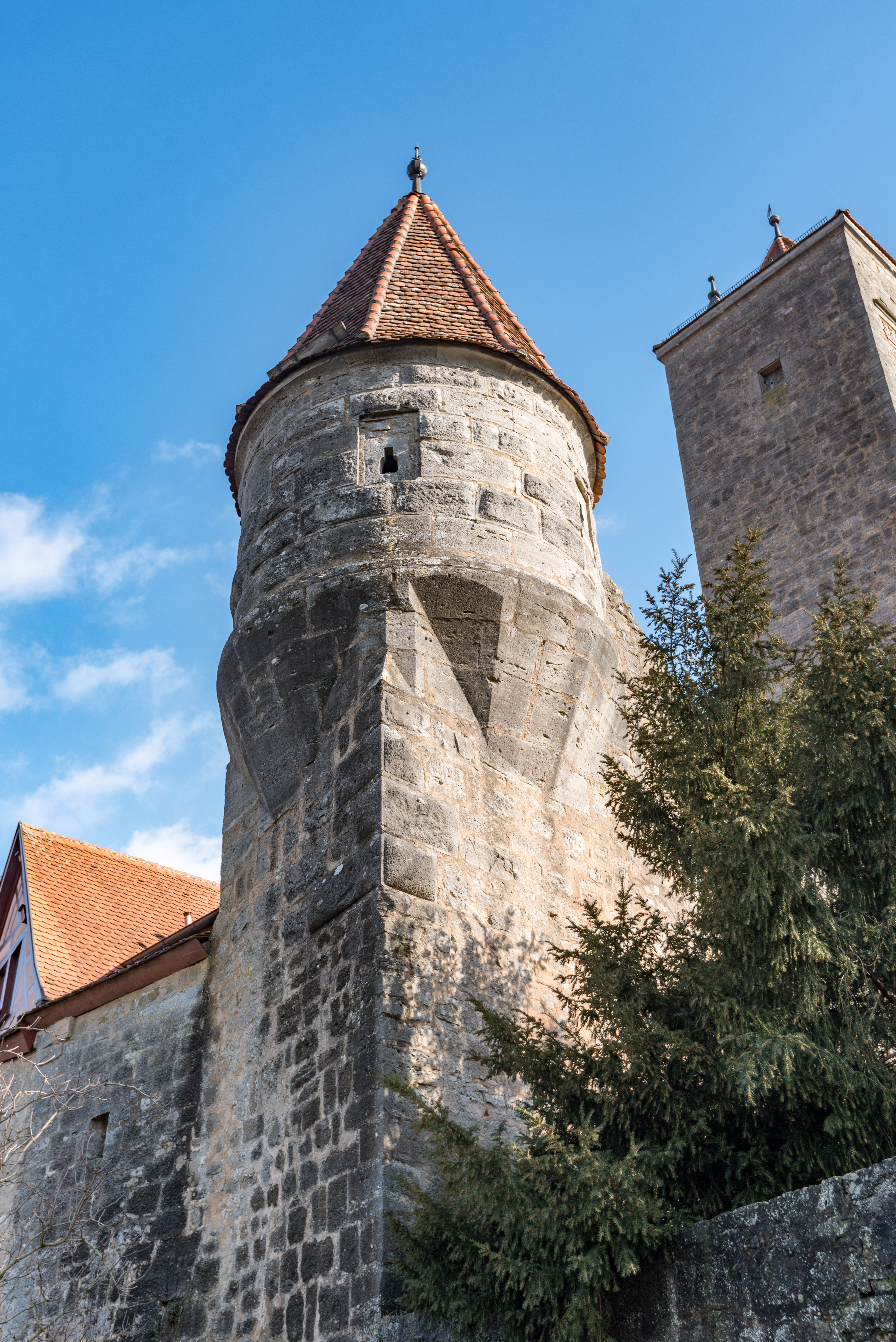
Burgeck, von Nordwesten weitere Bilder
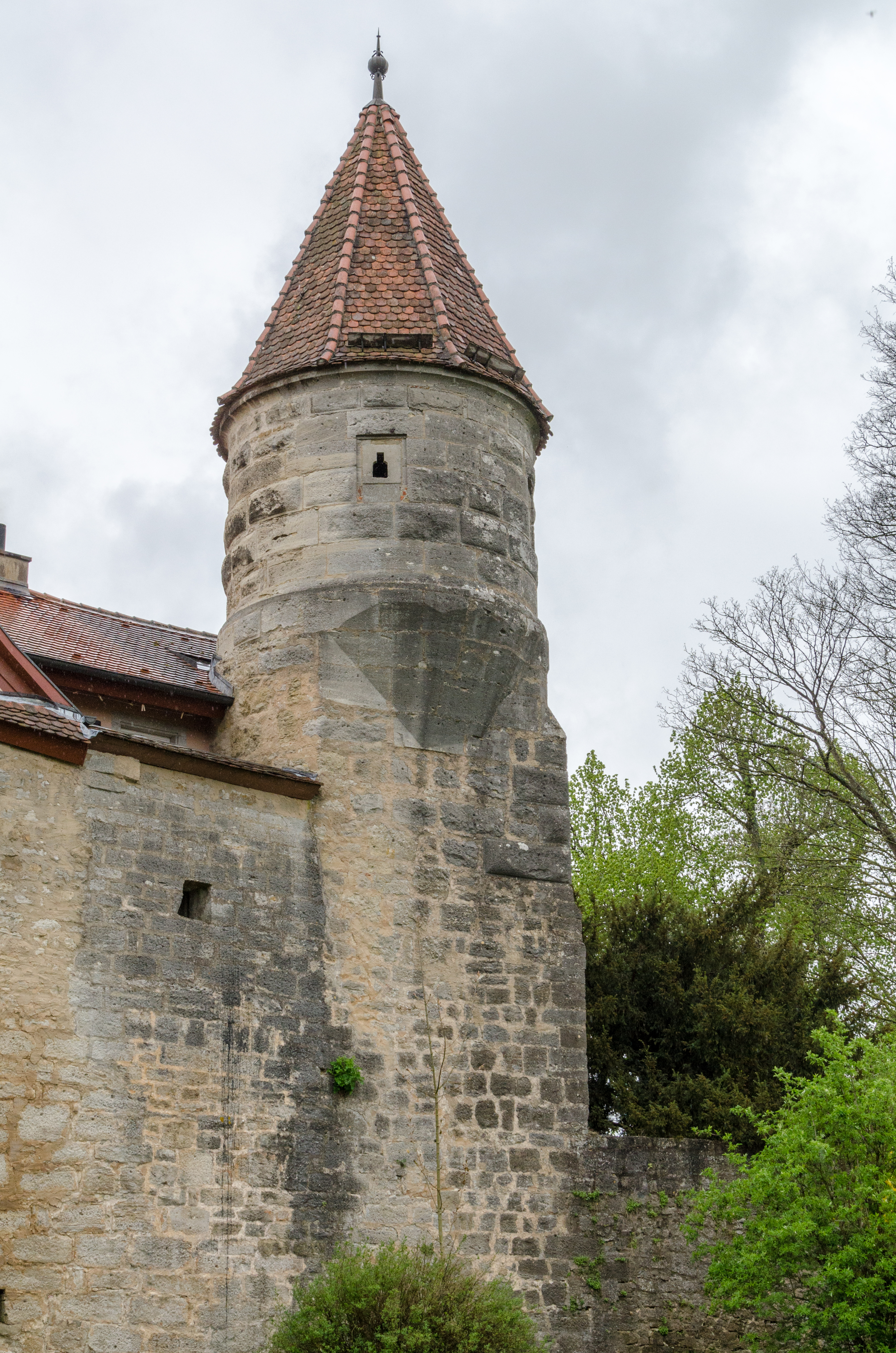
Burgeck, von Norden weitere Bilder
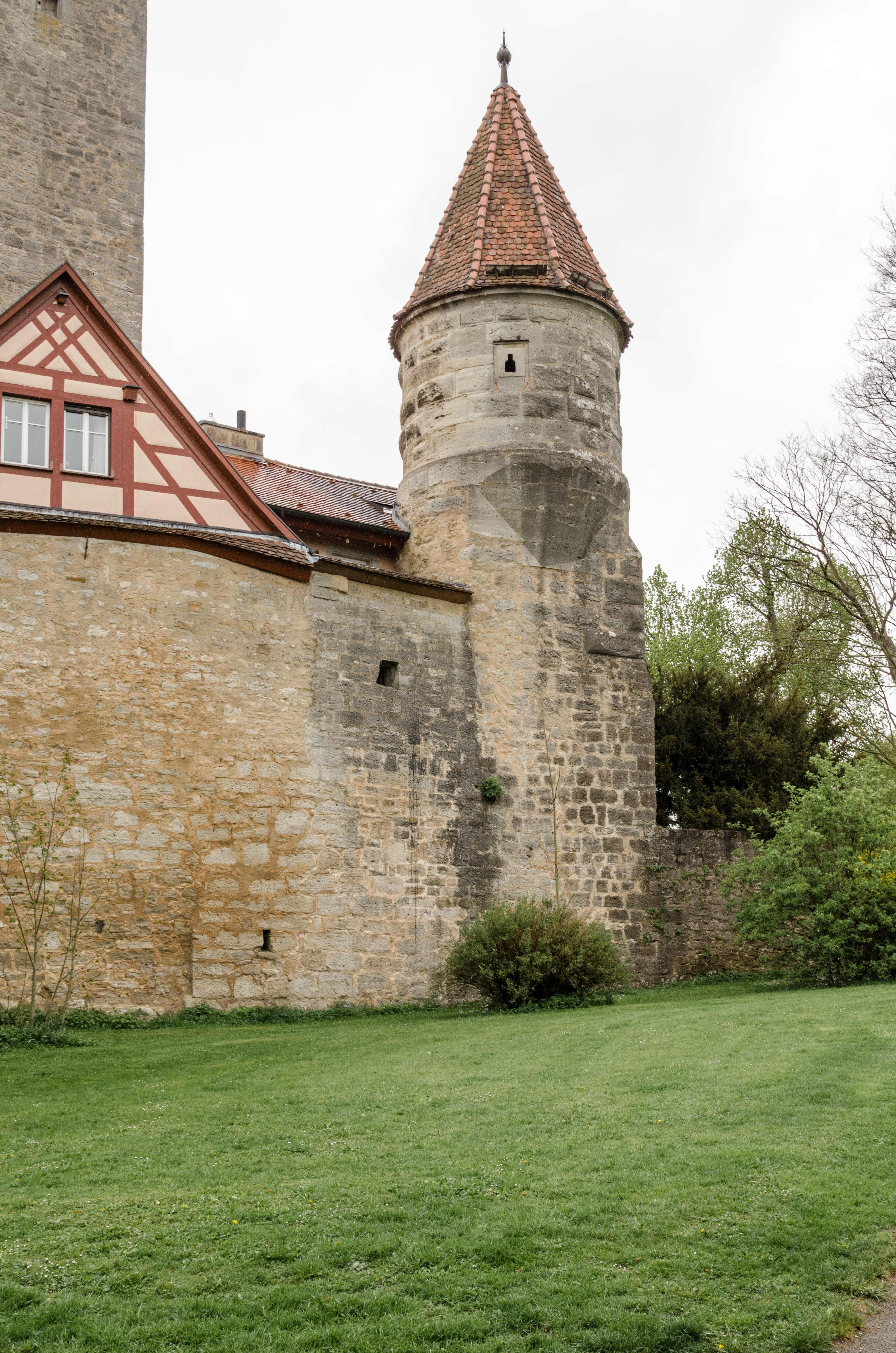
Burgeck, von Norden weitere Bilder
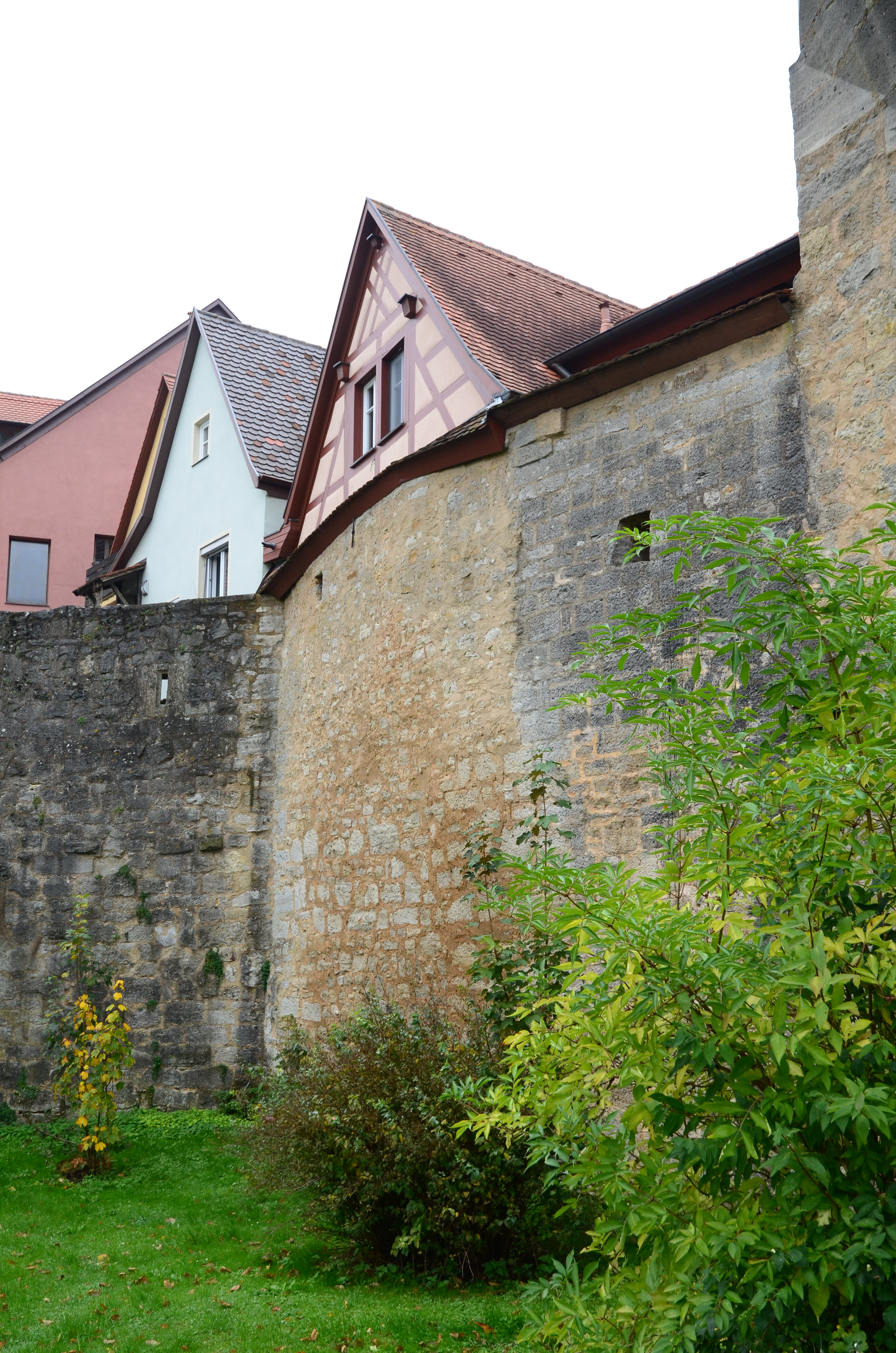
Stadtmauer Herrengasse 38a weitere Bilder
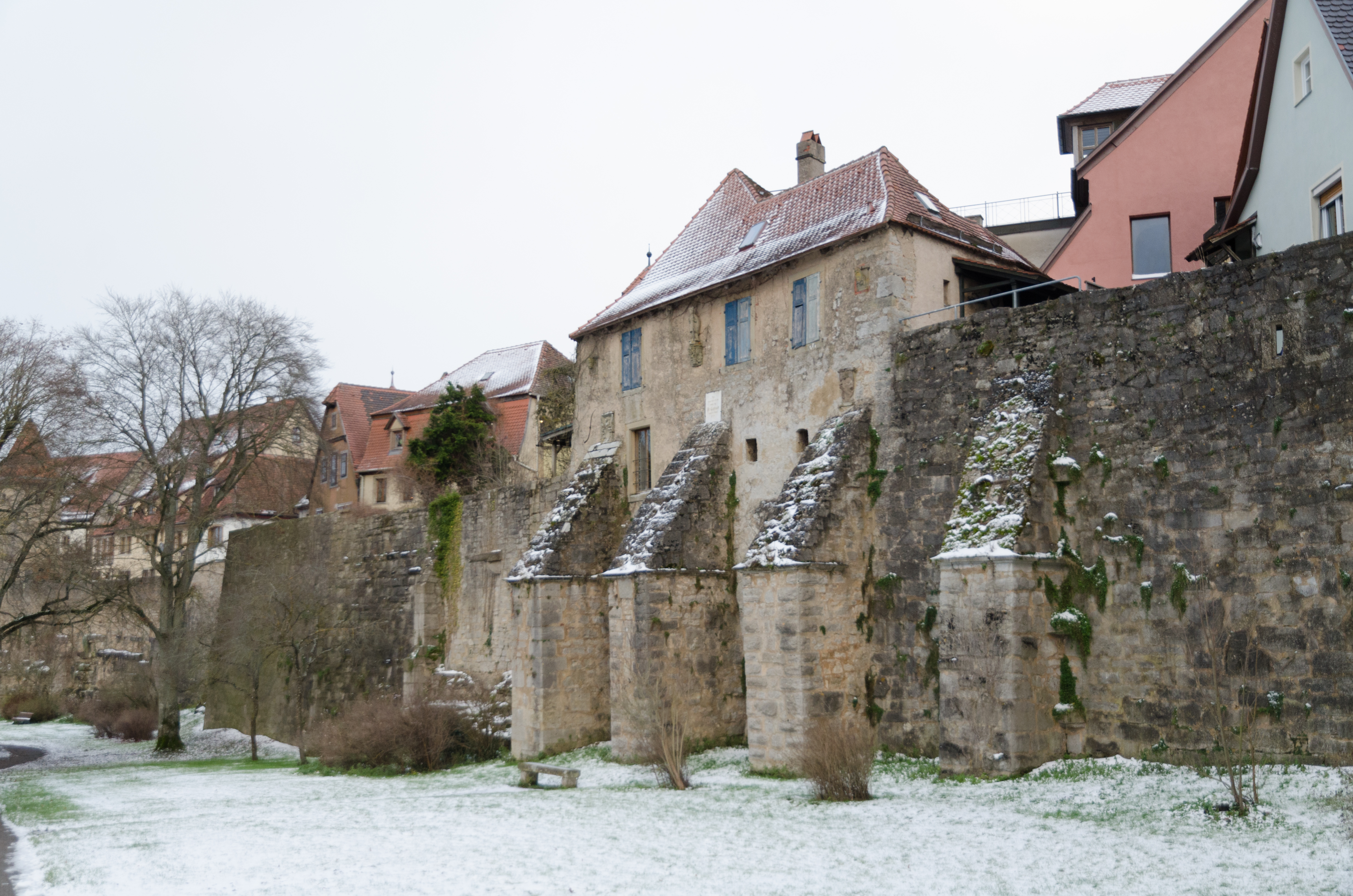
Stadtmauer Herrengasse 34 weitere Bilder
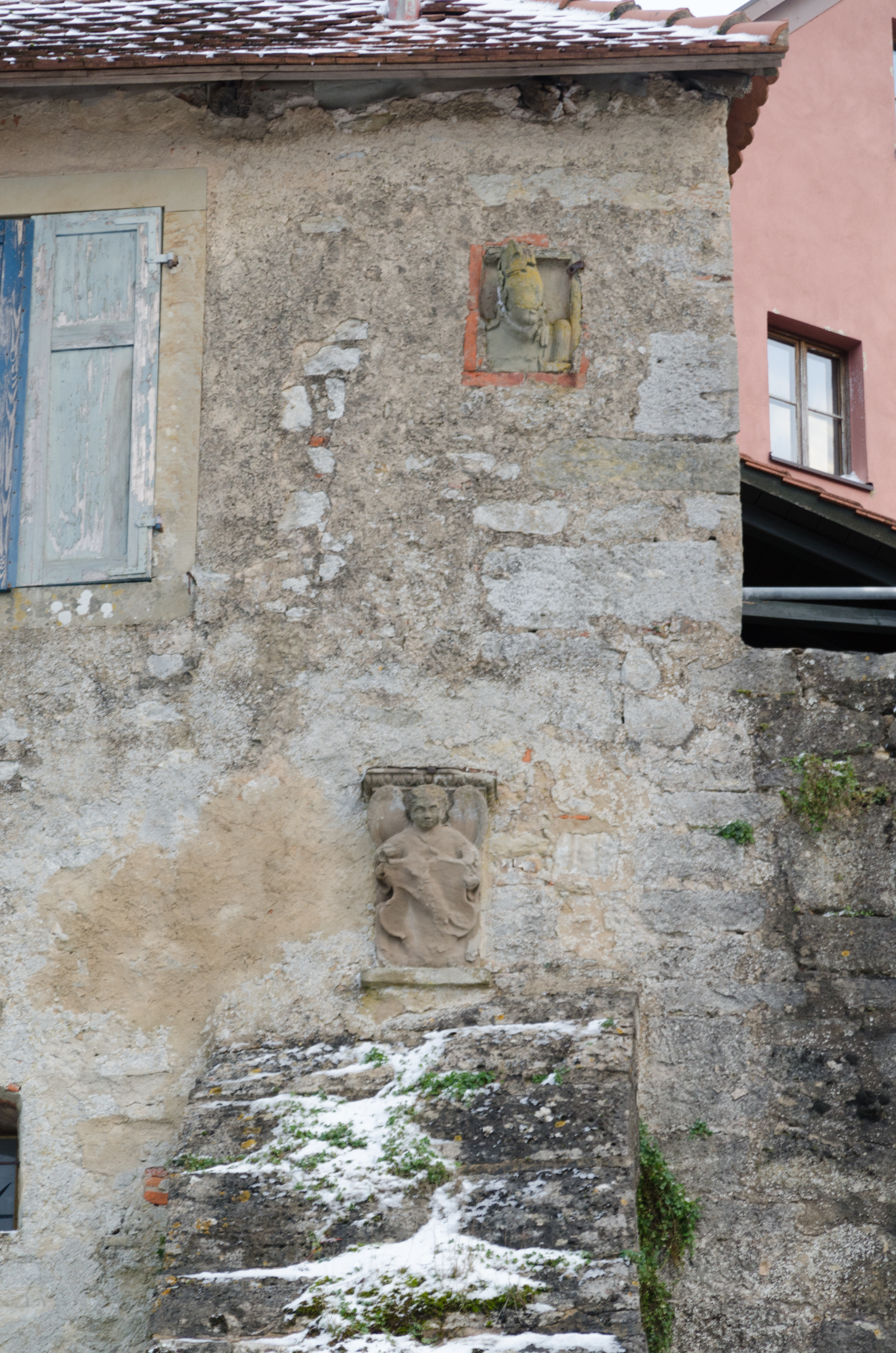
Stadtmauer Herrengasse 34 weitere Bilder
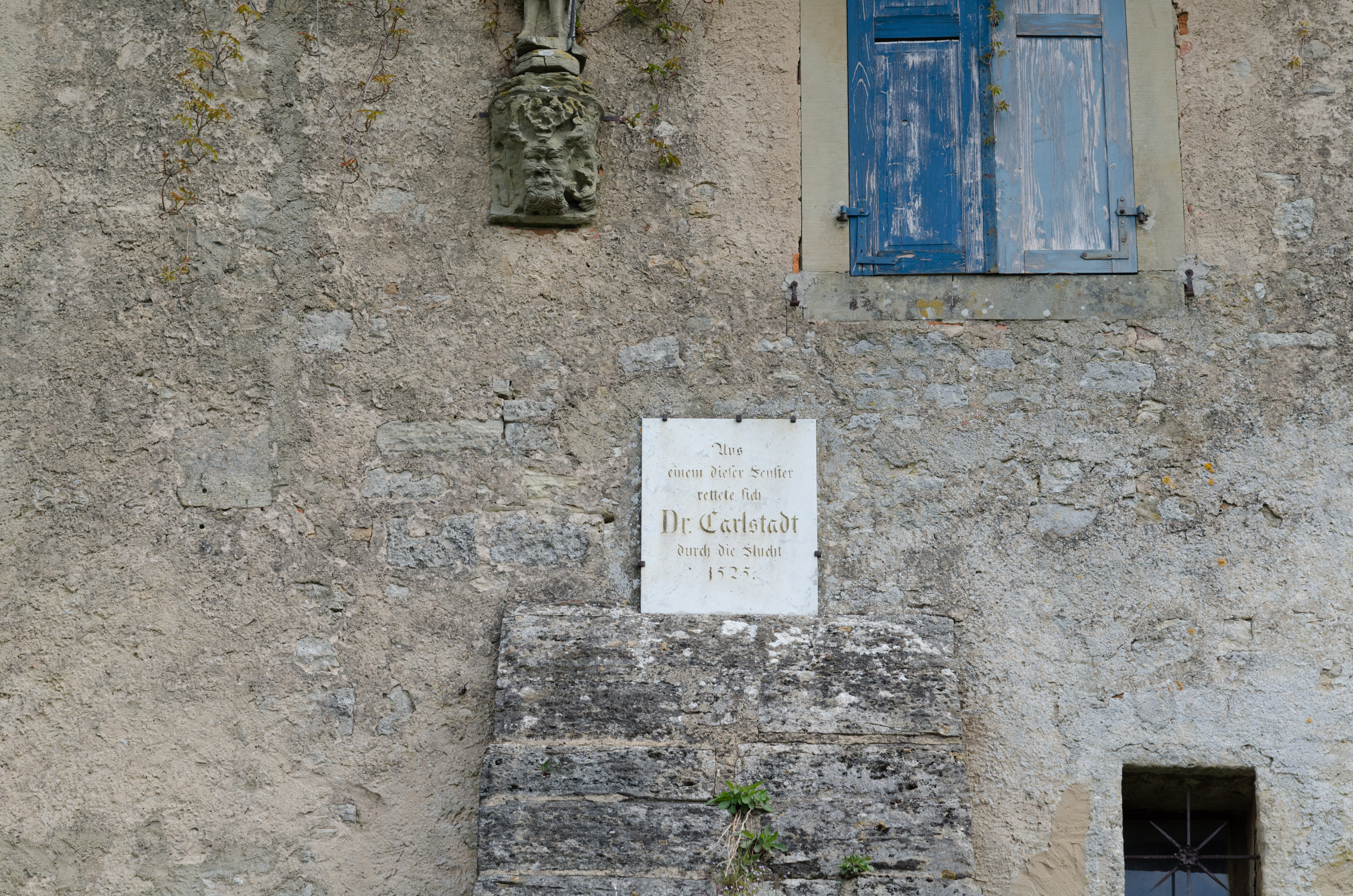
Stadtmauer Herrengasse 34 weitere Bilder
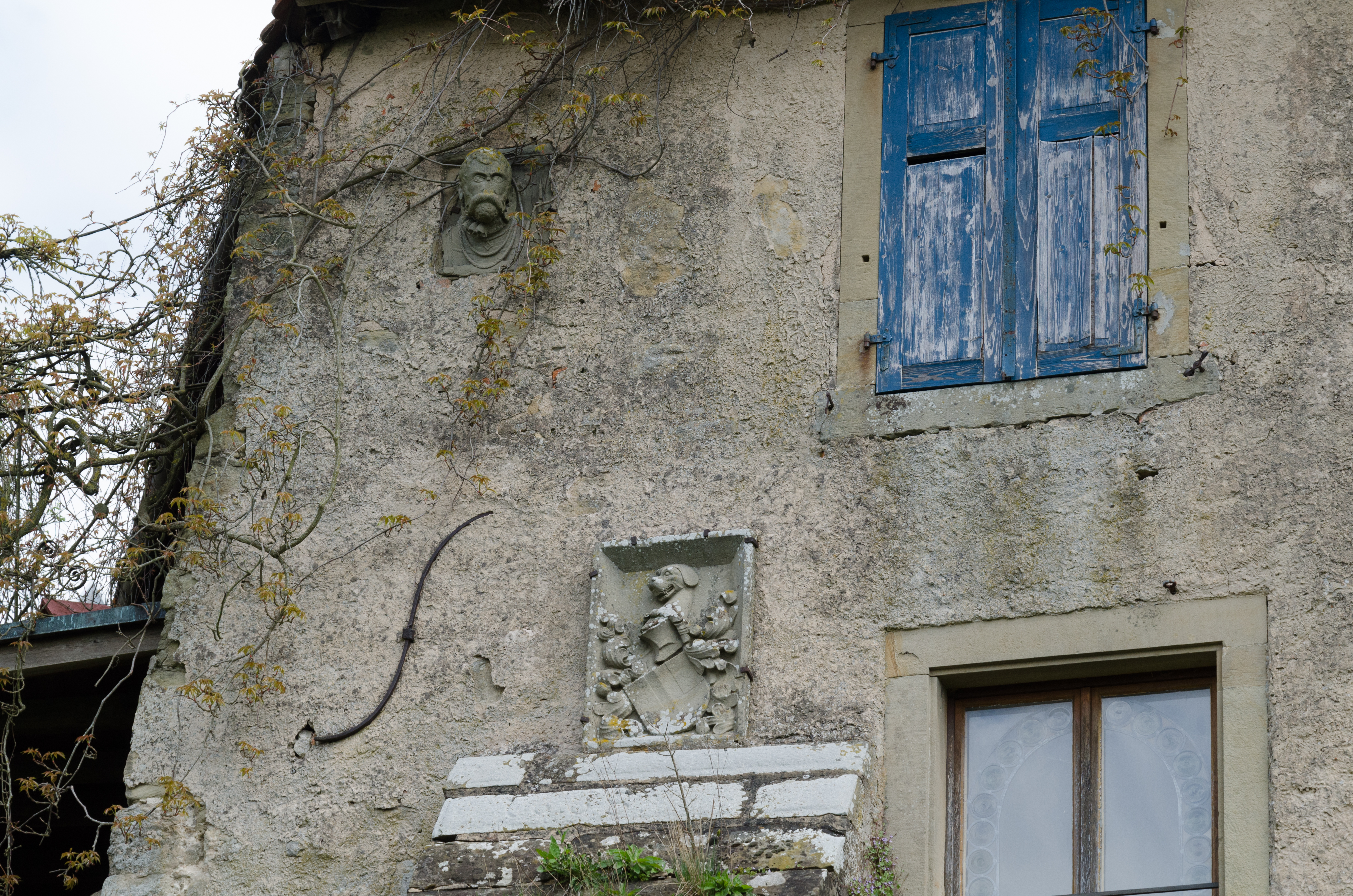
Stadtmauer Herrengasse 34 weitere Bilder
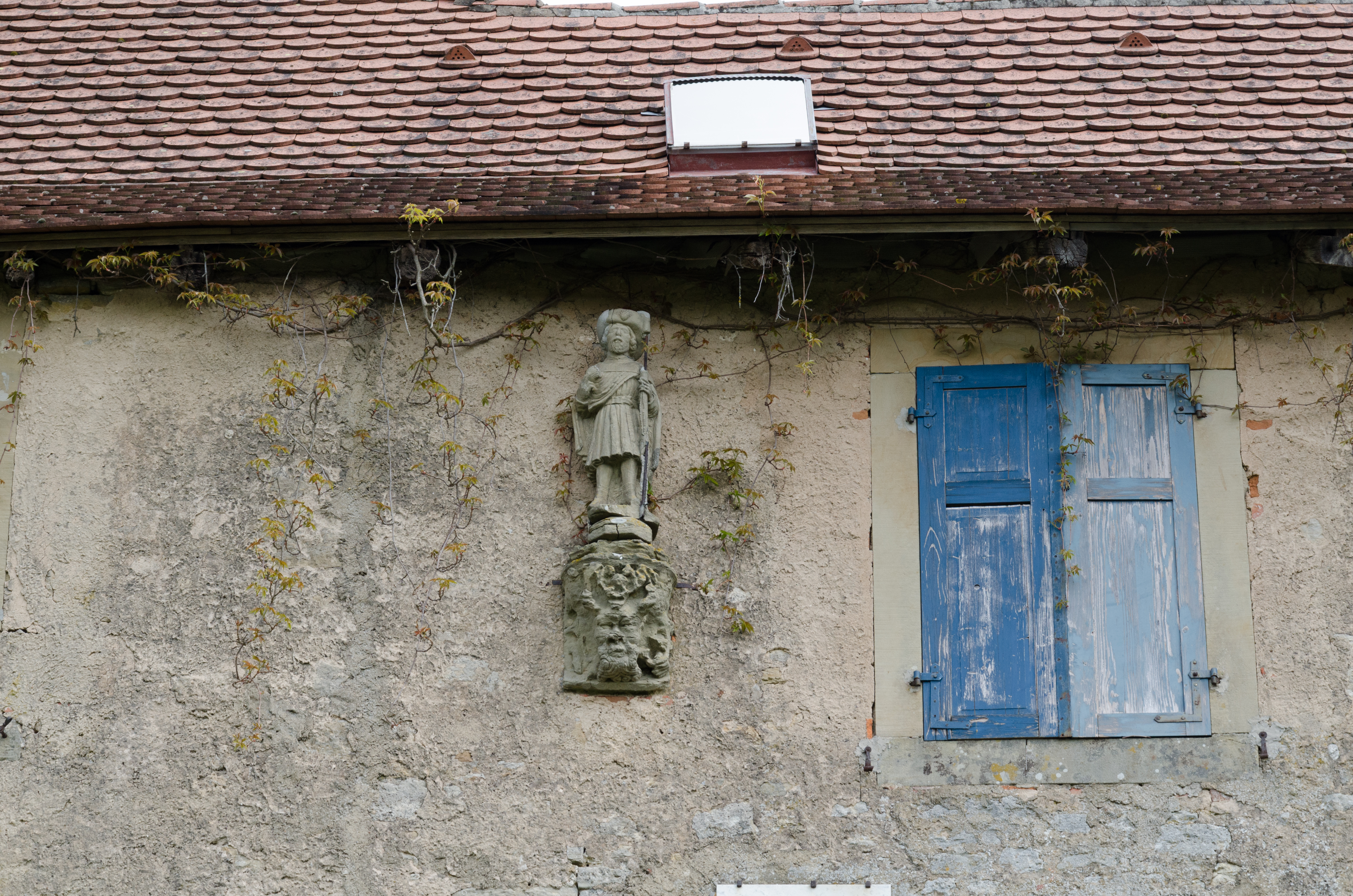
Stadtmauer Herrengasse 34 weitere Bilder
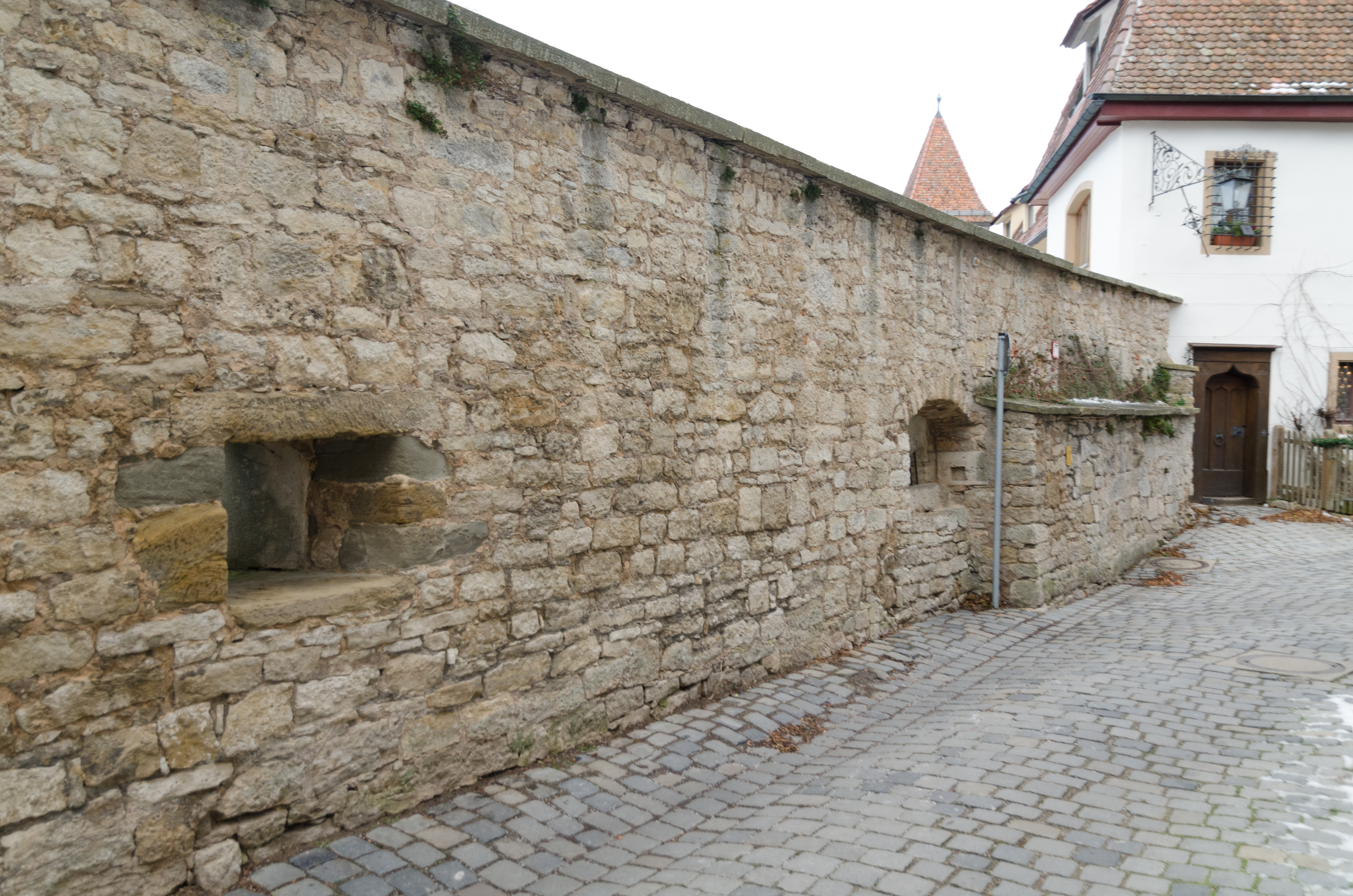
Stadtmauer Trompetergäßchen weitere Bilder
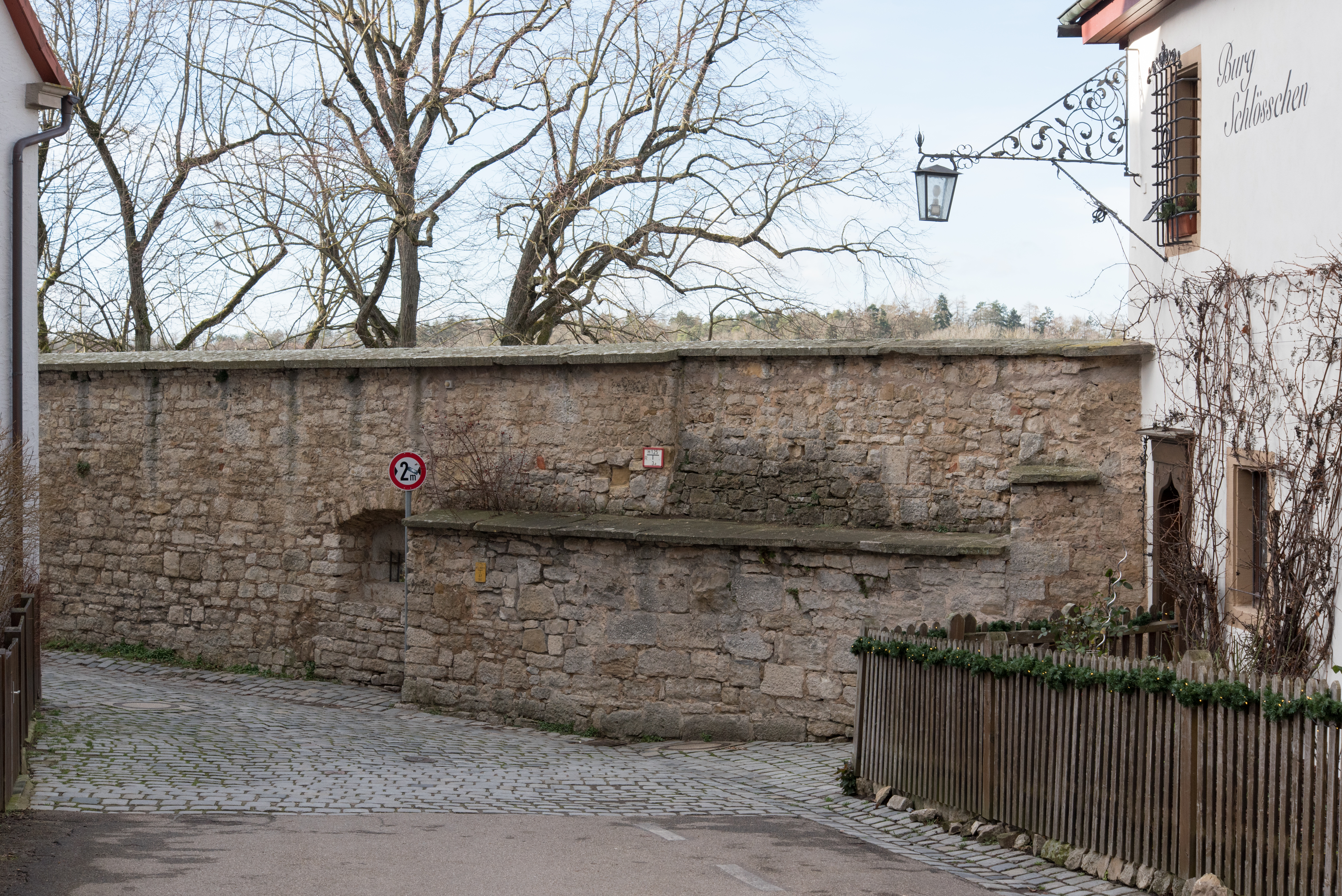
Stadtmauer Trompetergäßchen weitere Bilder
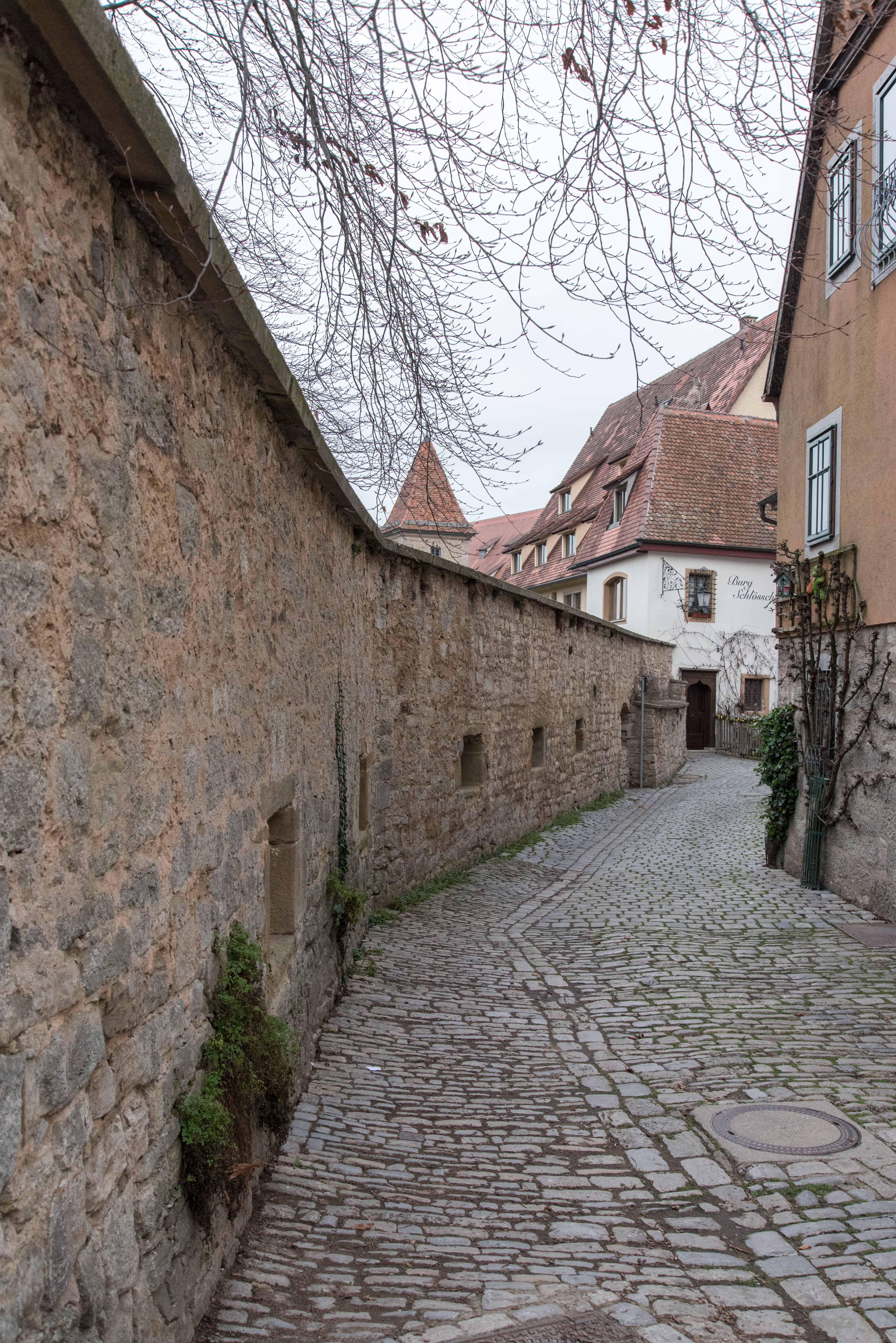
Stadtmauer Trompetergäßchen weitere Bilder
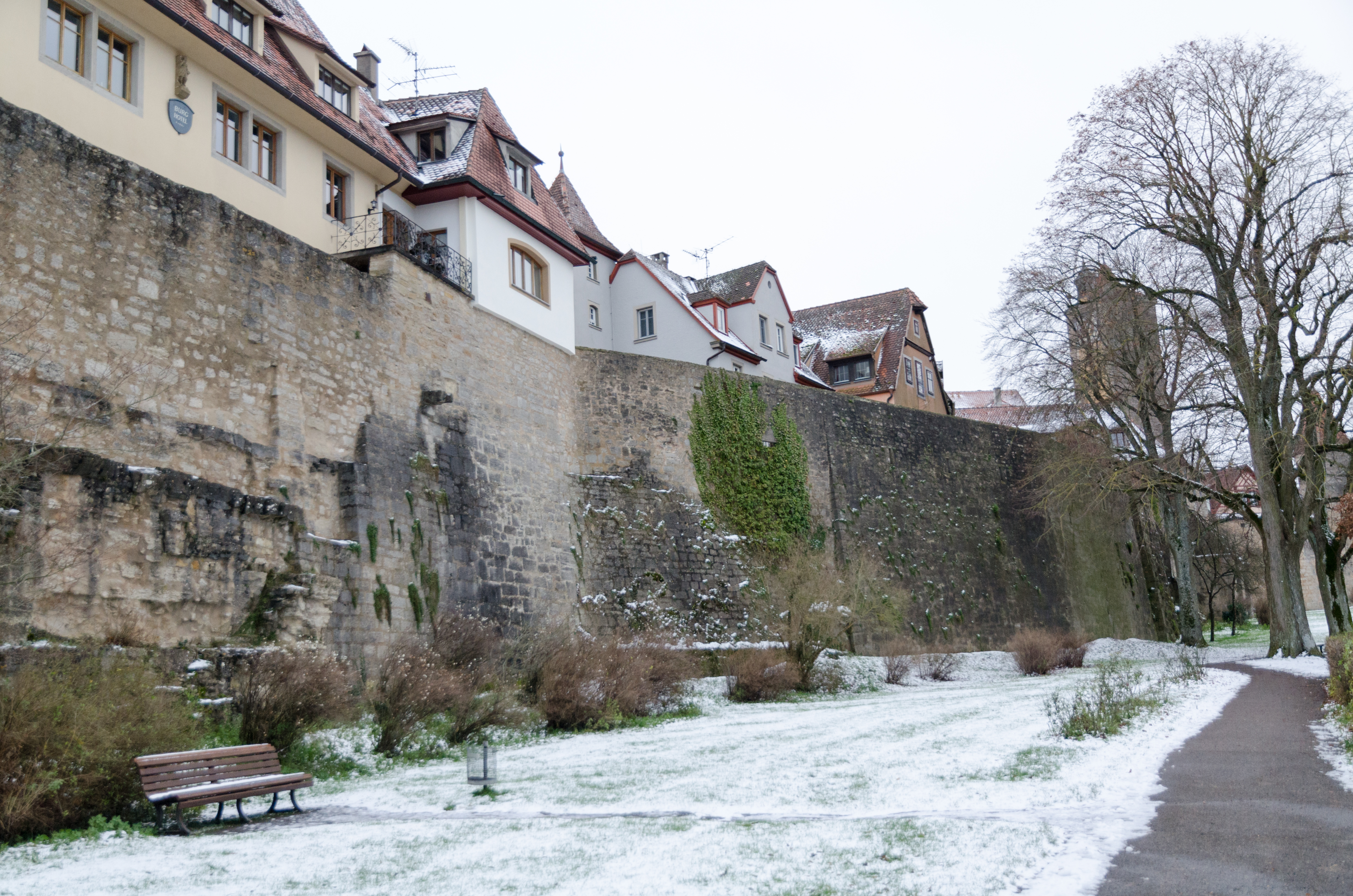
Stadtmauer Trompetergäßchen, Feldseite weitere Bilder
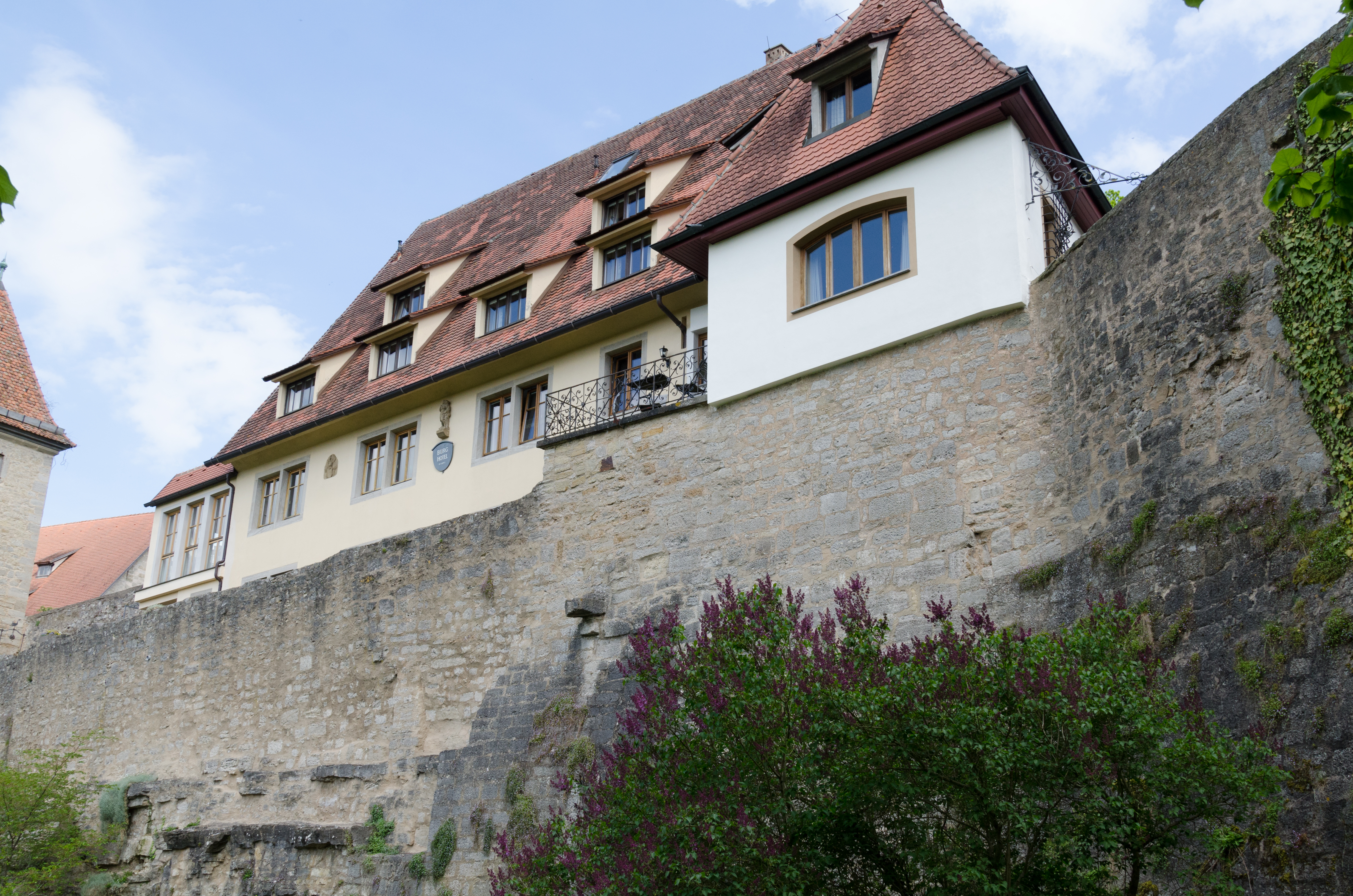
Stadtmauer Klostergasse 1 weitere Bilder
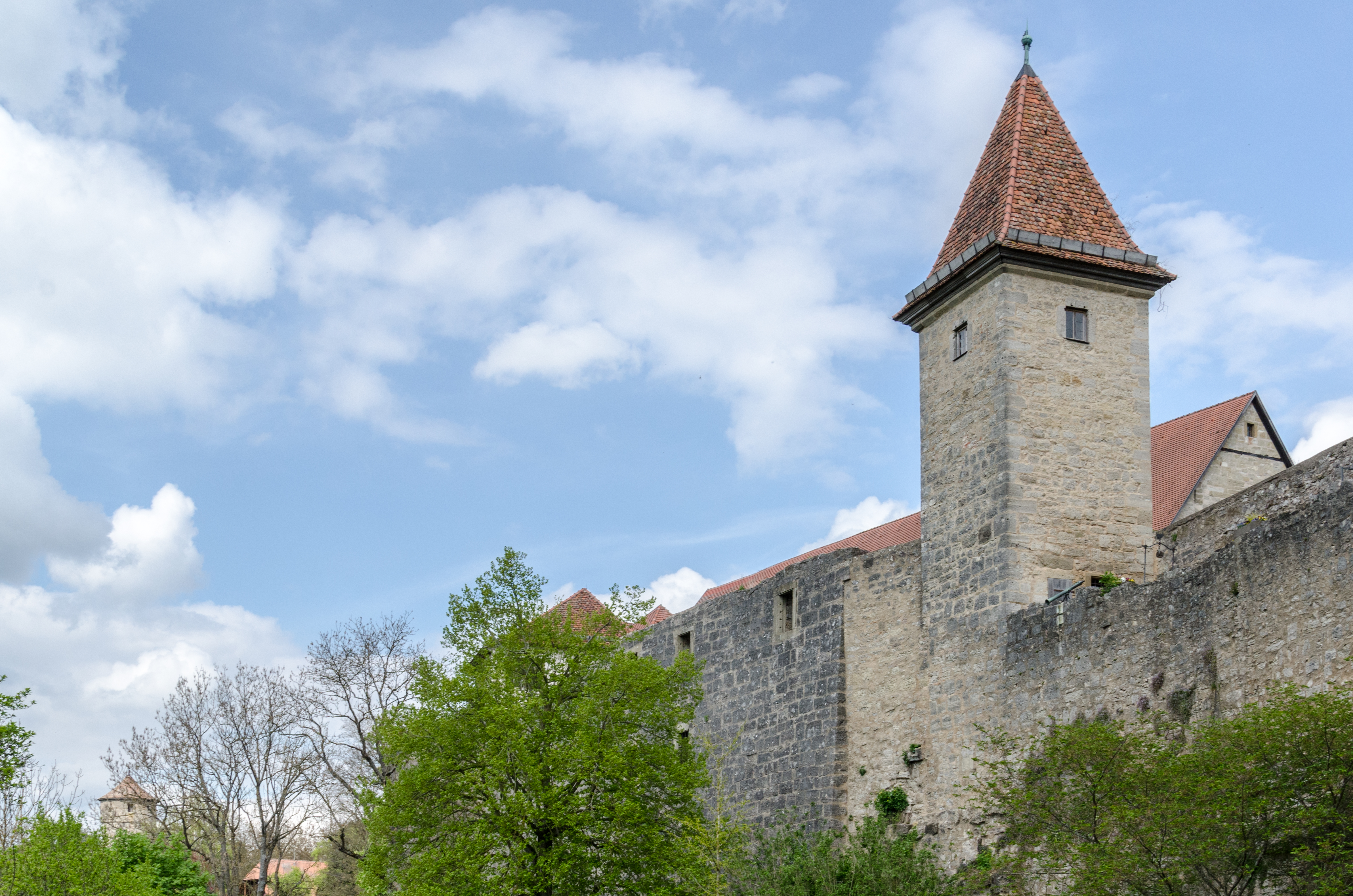
Bettelvogtsturm, von Südwesten weitere Bilder
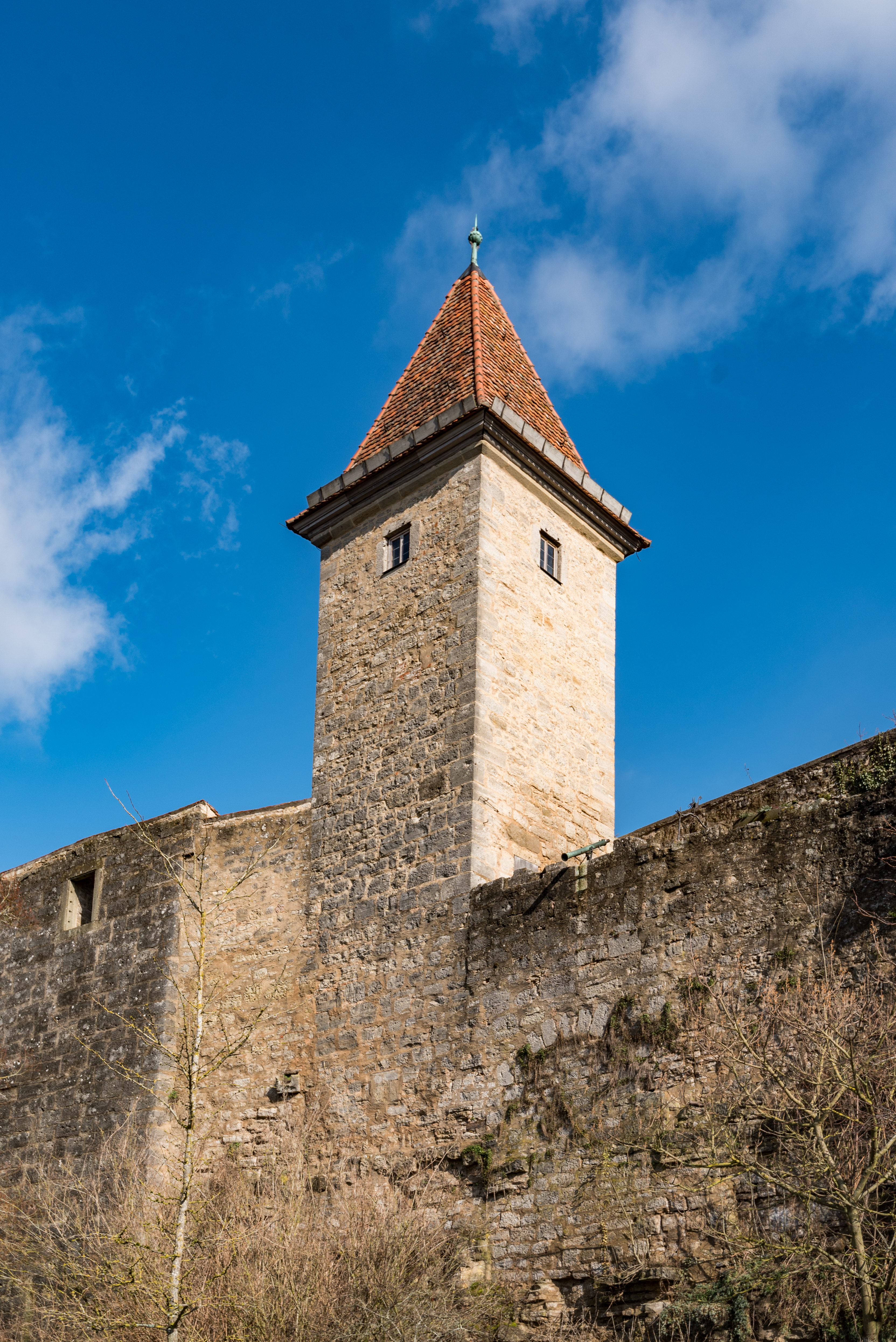
Bettelvogtsturm, von Südwesten weitere Bilder
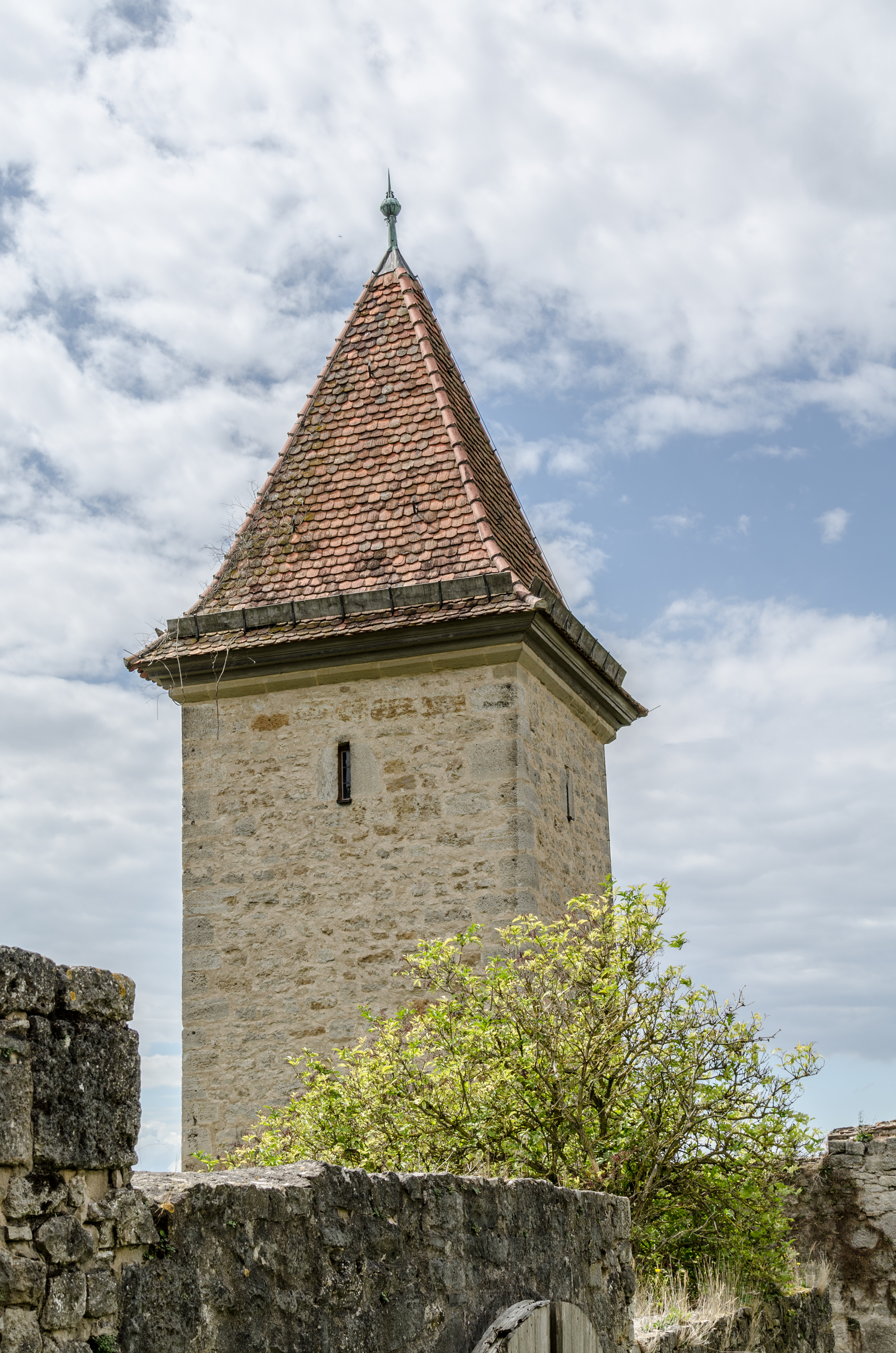
Bettelvogtsturm, von Südosten weitere Bilder
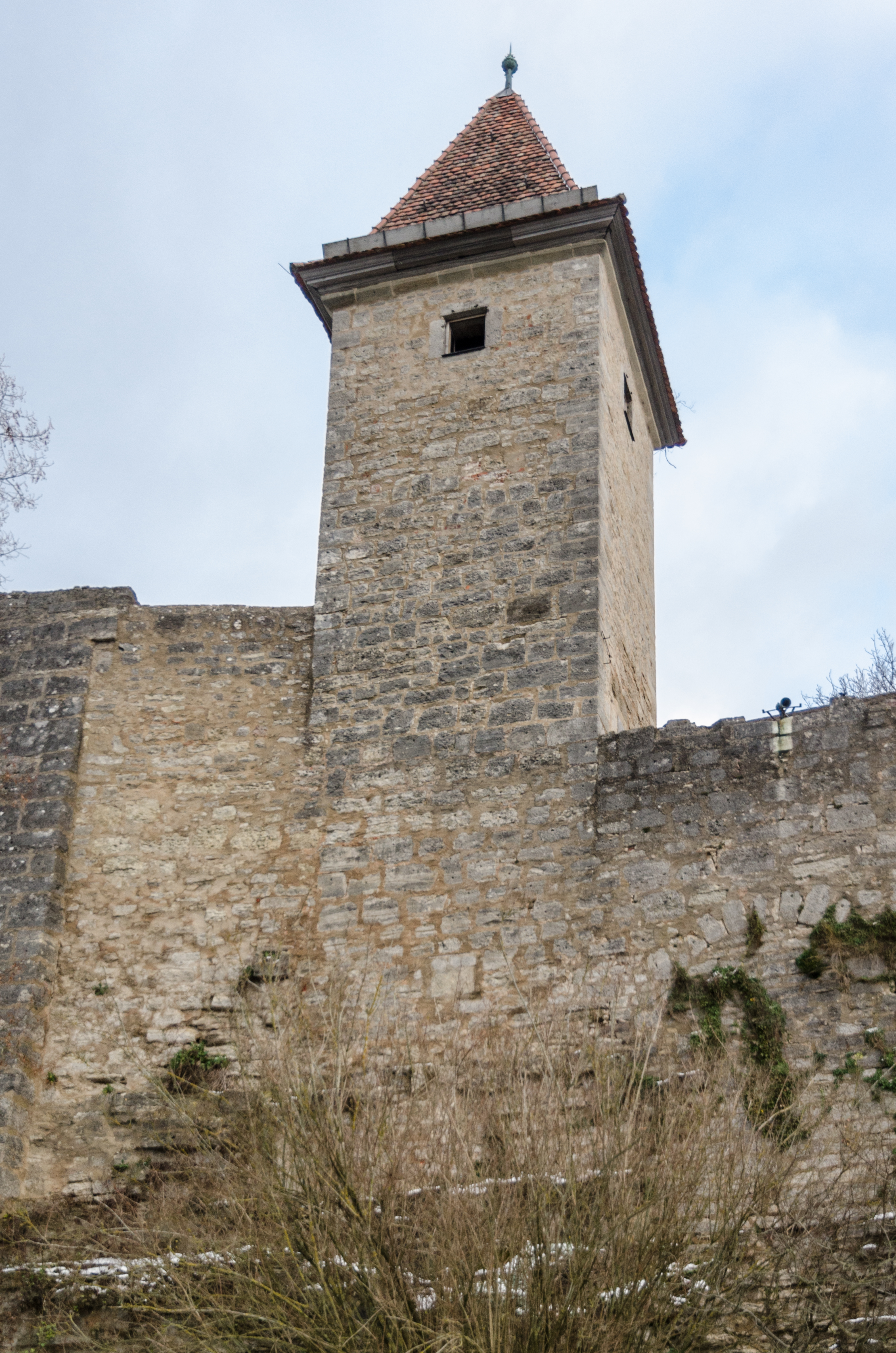
Bettelvogtsturm, von Westen weitere Bilder
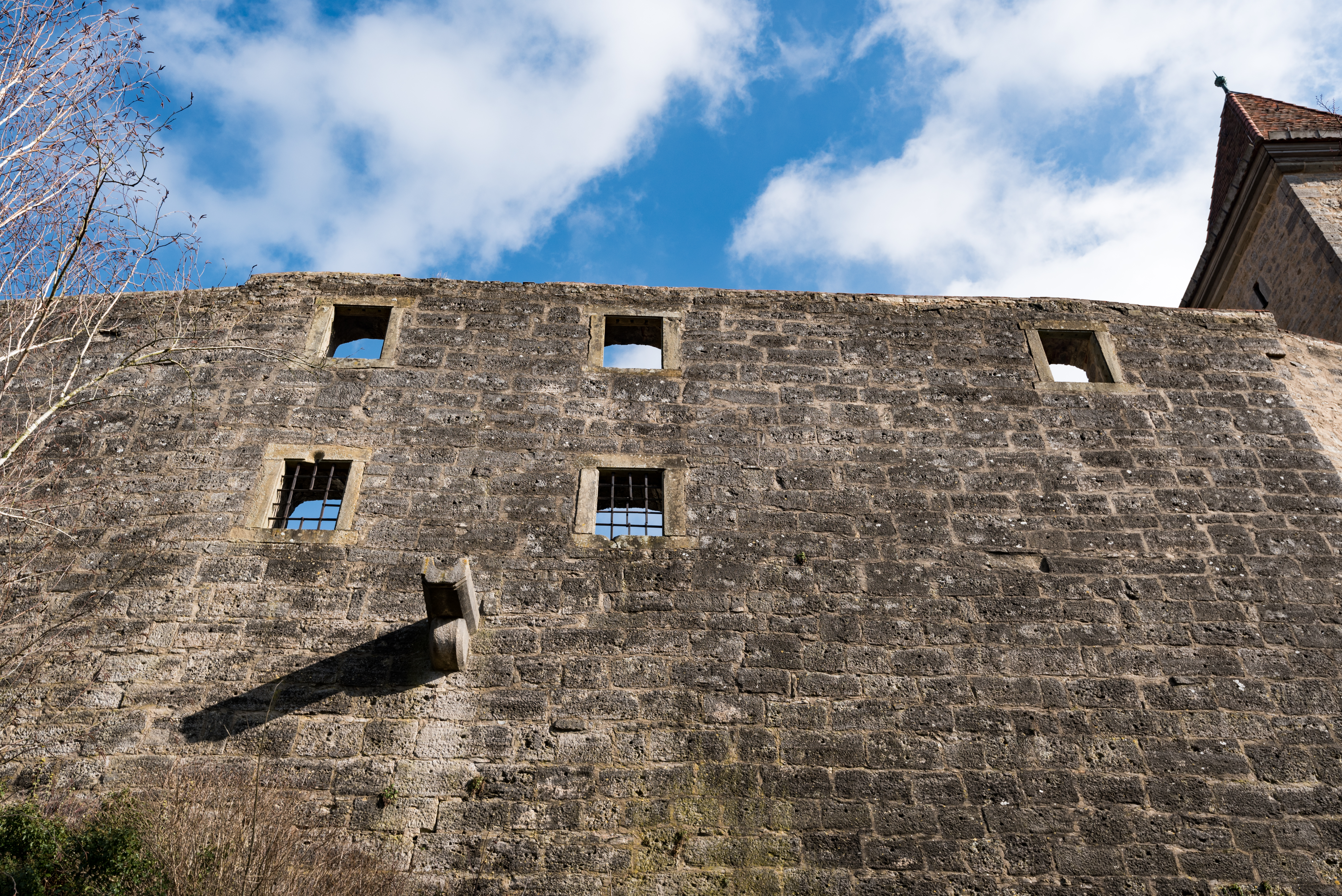
Stadtmauer nördlich des Bettelvogtsturm weitere Bilder
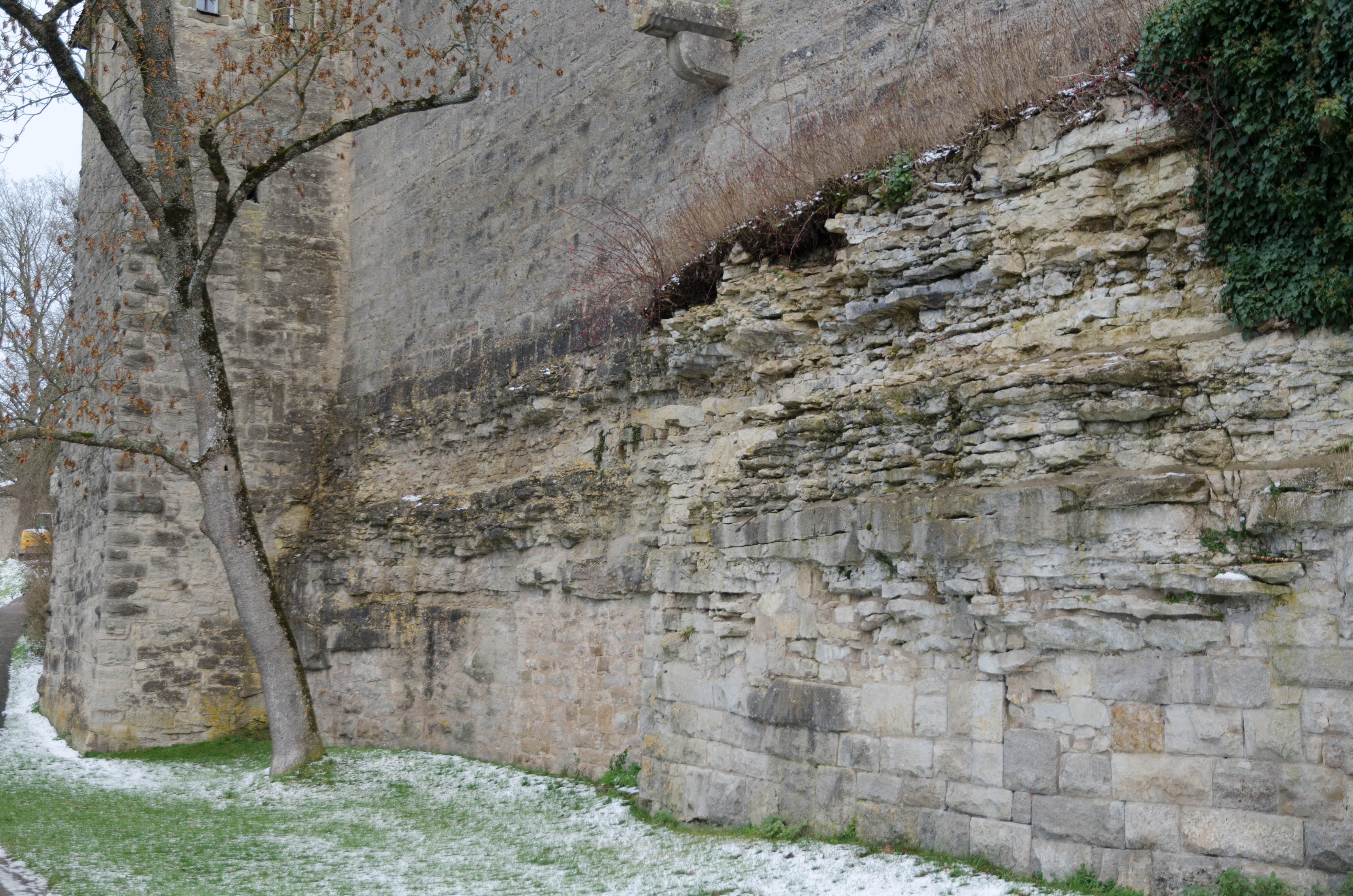
Stadtmauer südlich Dominikanerturm weitere Bilder
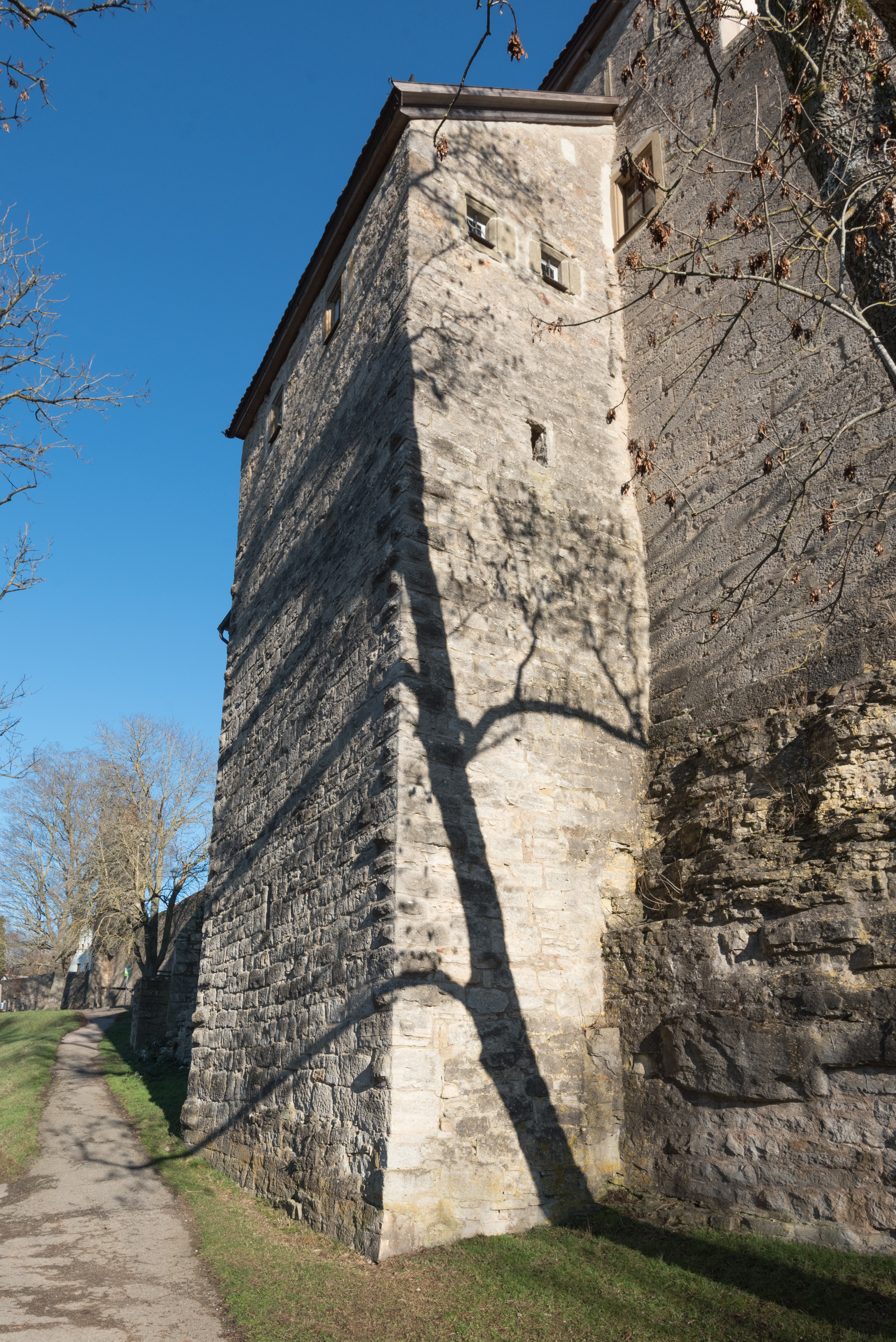
Dominikanerturm, von Süden weitere Bilder
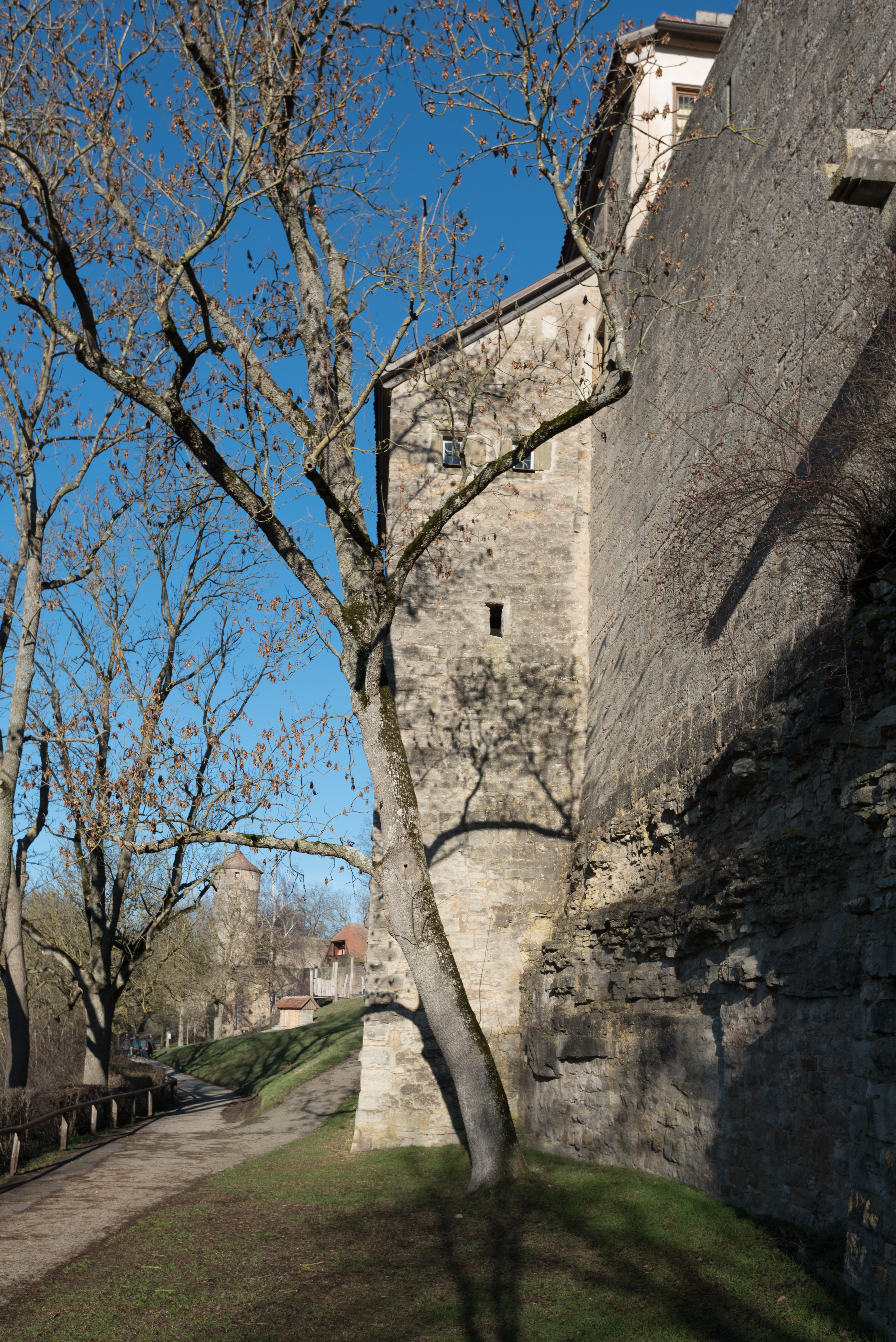
Dominikanerturm, von Süden weitere Bilder
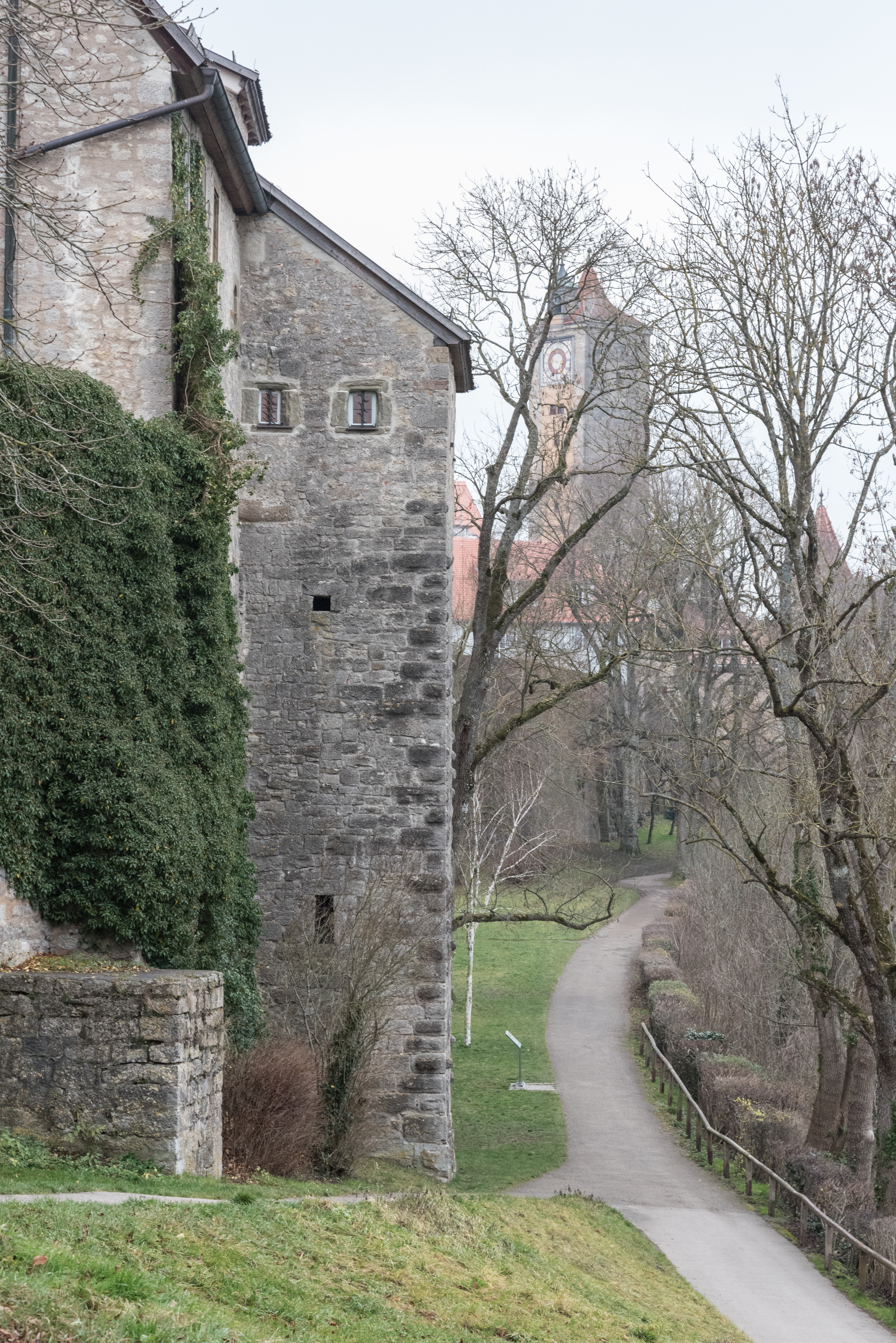
Dominikanerturm, von Norden weitere Bilder
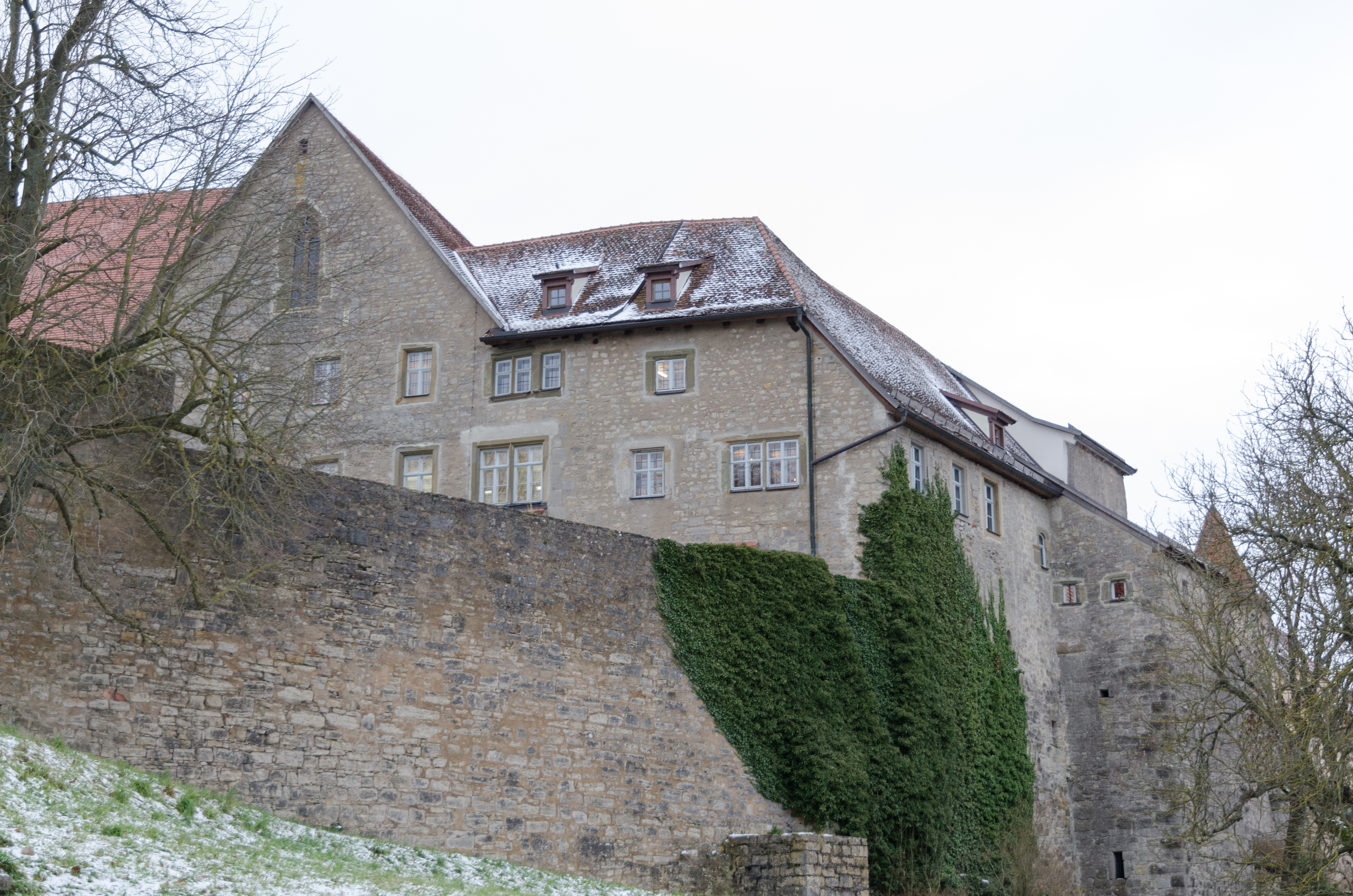
Stadtmauer nördlich des Dominikanerklosters weitere Bilder
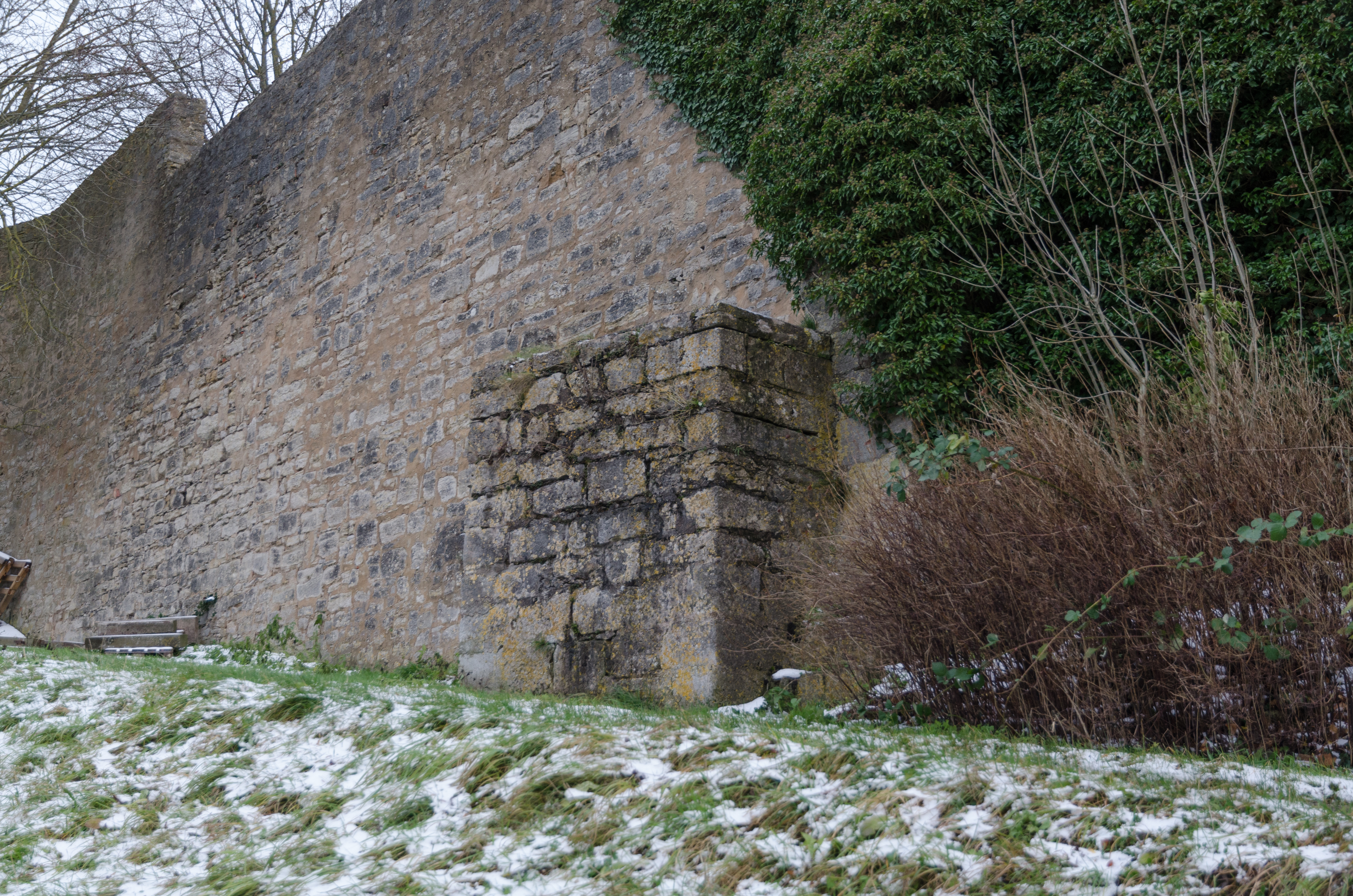
Stadtmauer nördlich des Dominikanerklosters weitere Bilder
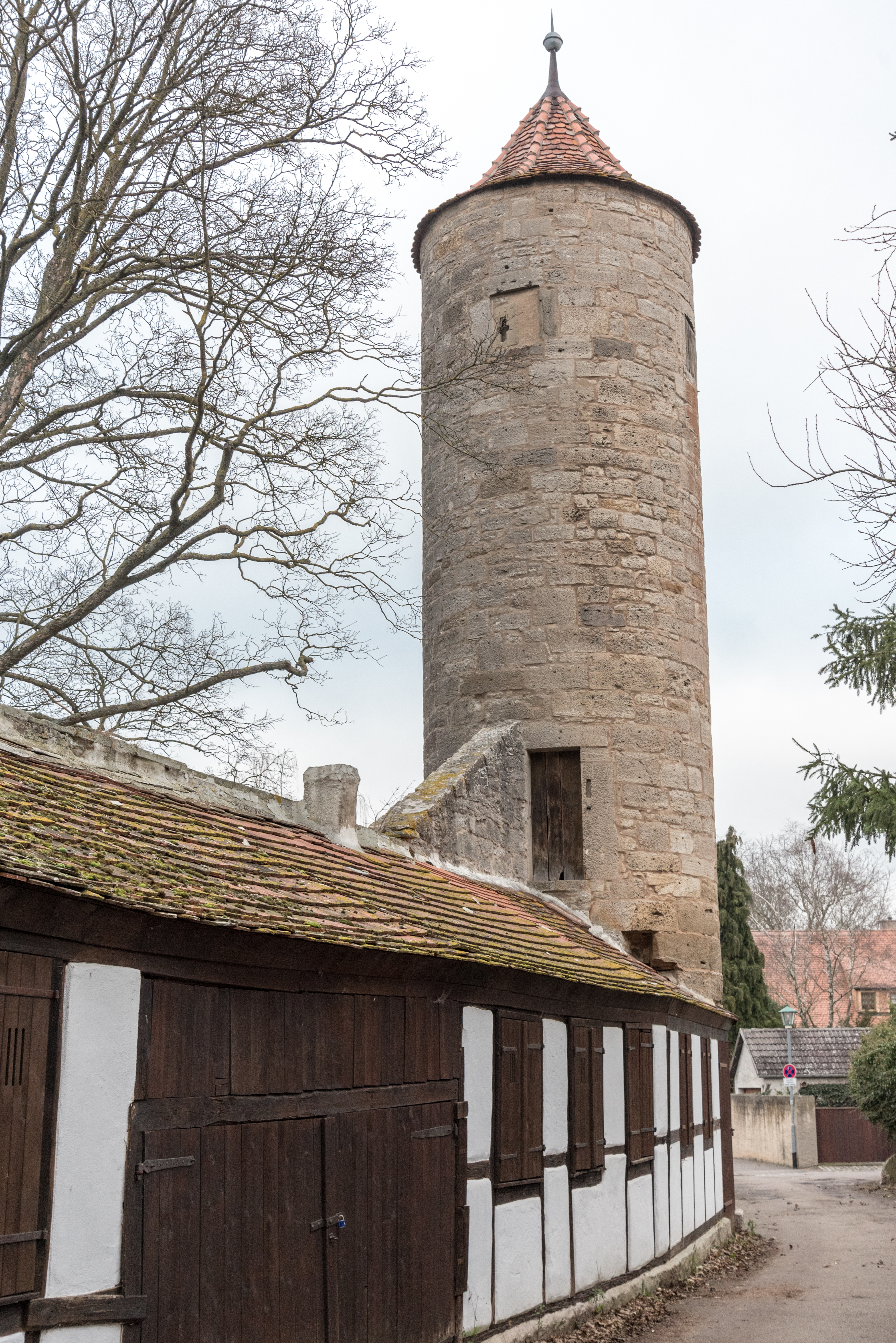
Klosterturm, von Süden weitere Bilder
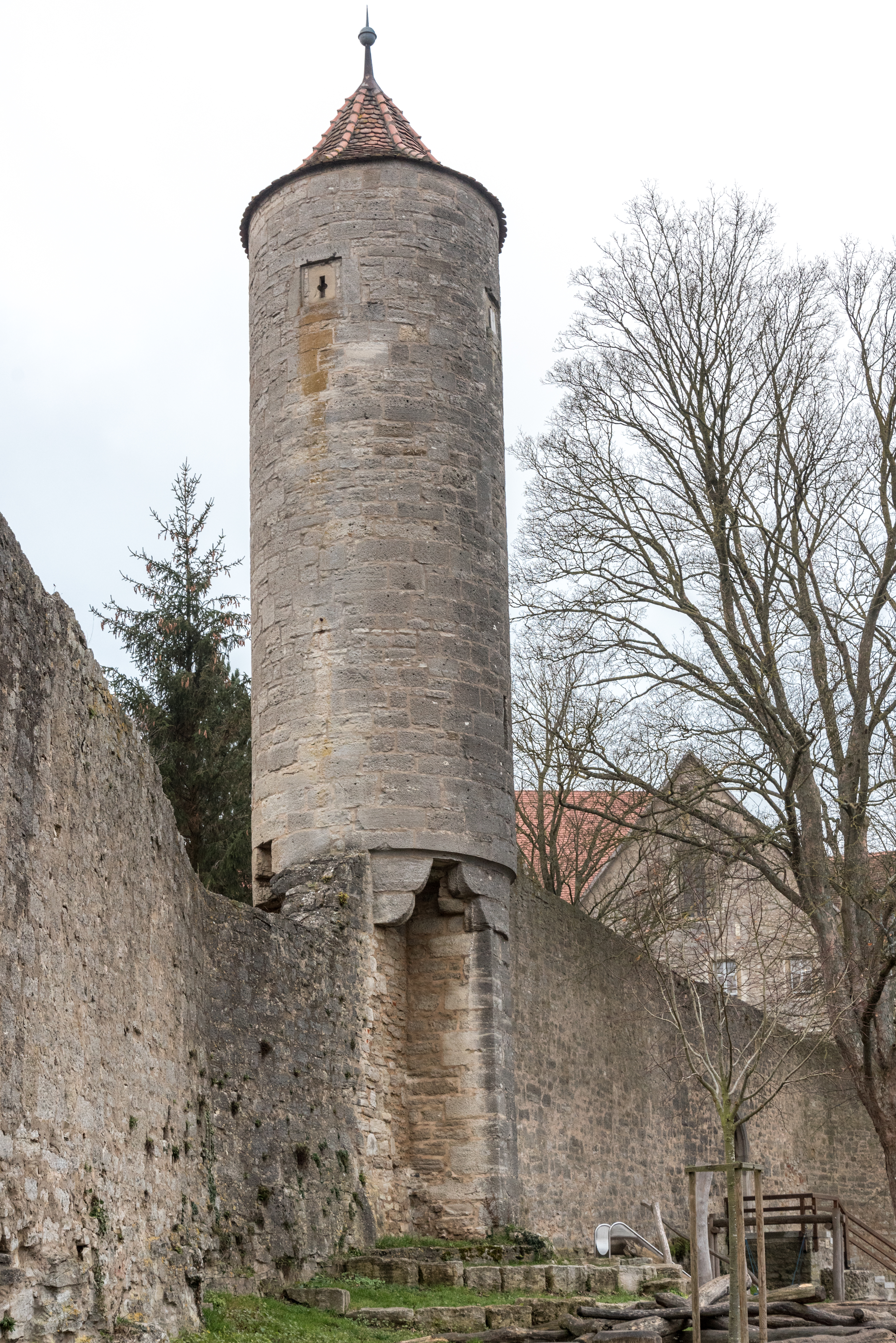
Klosterturm, von Norden weitere Bilder
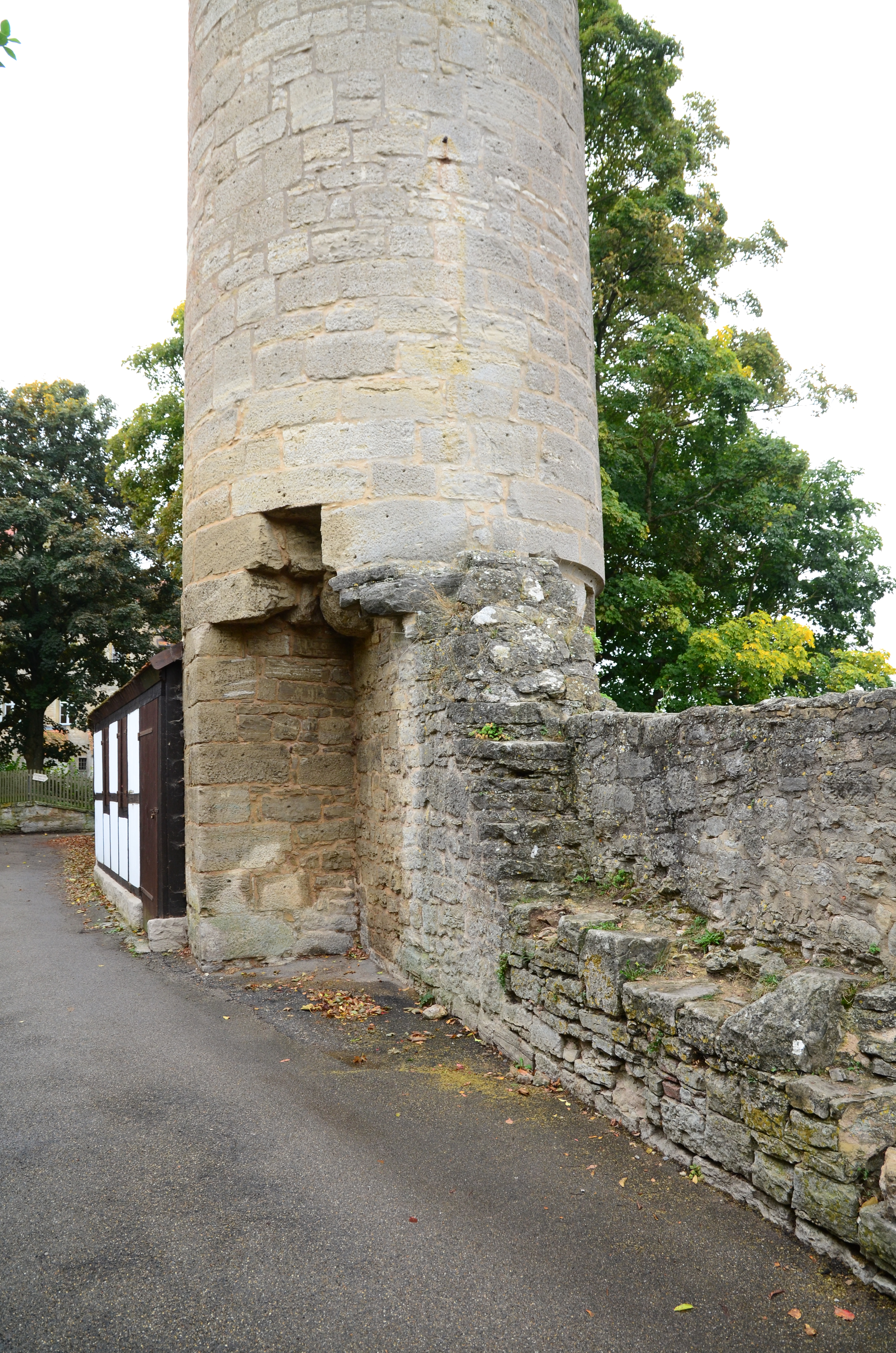
Klosterturm, von Norden weitere Bilder
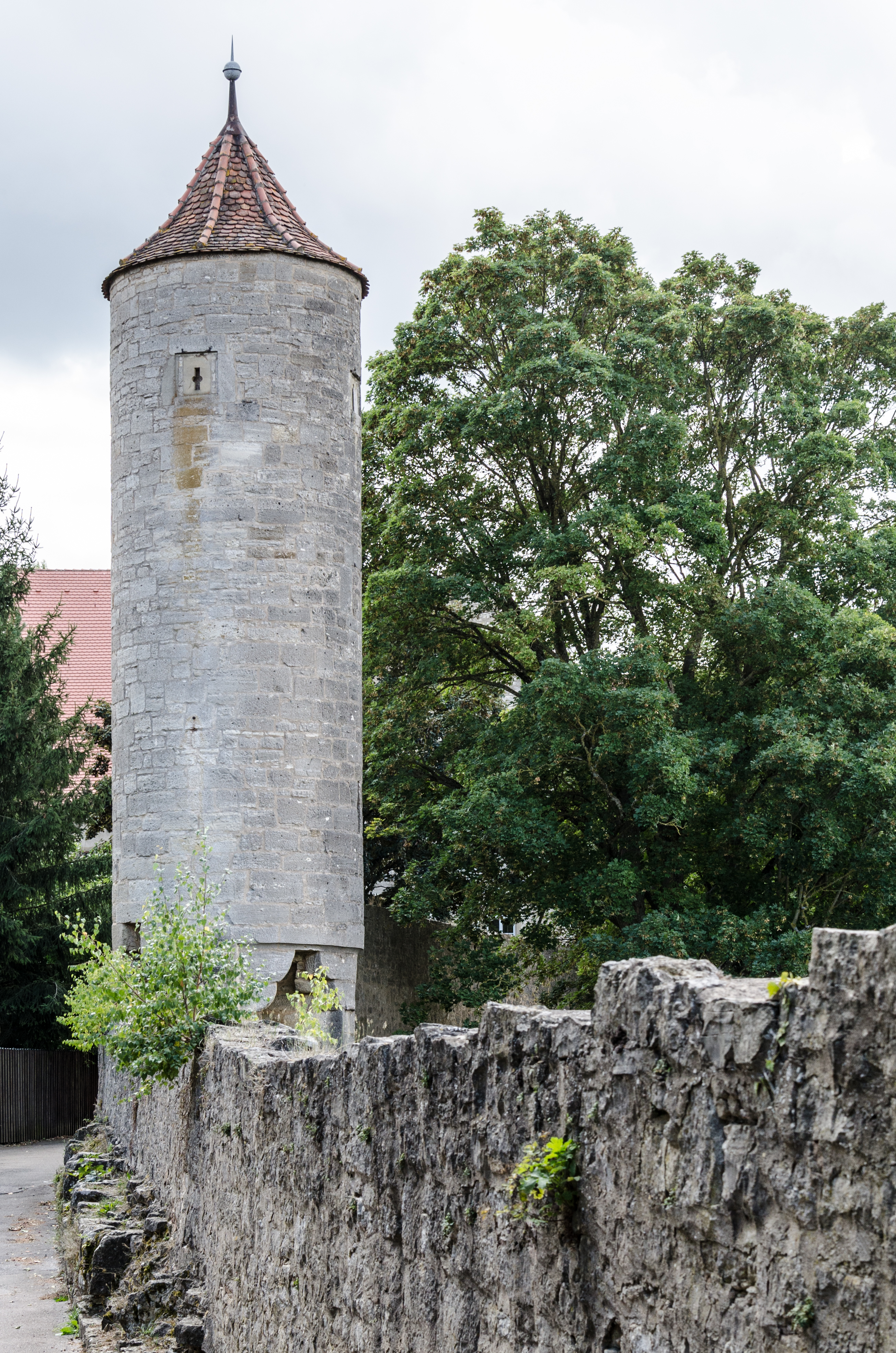
Klosterturm, von Norden weitere Bilder
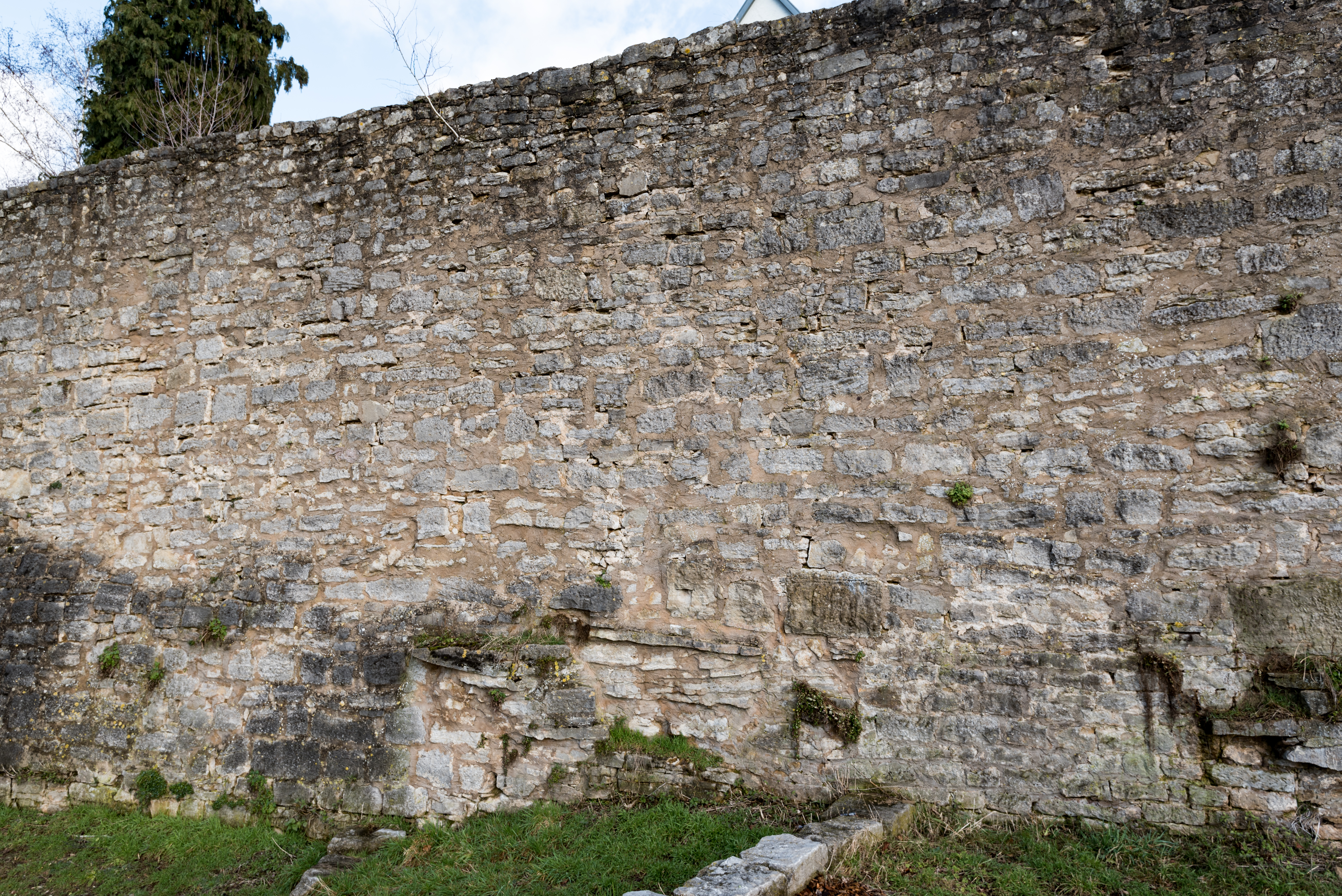
Stadtmauer zwischen Klosterturm und Strafturm, Feldseite weitere Bilder
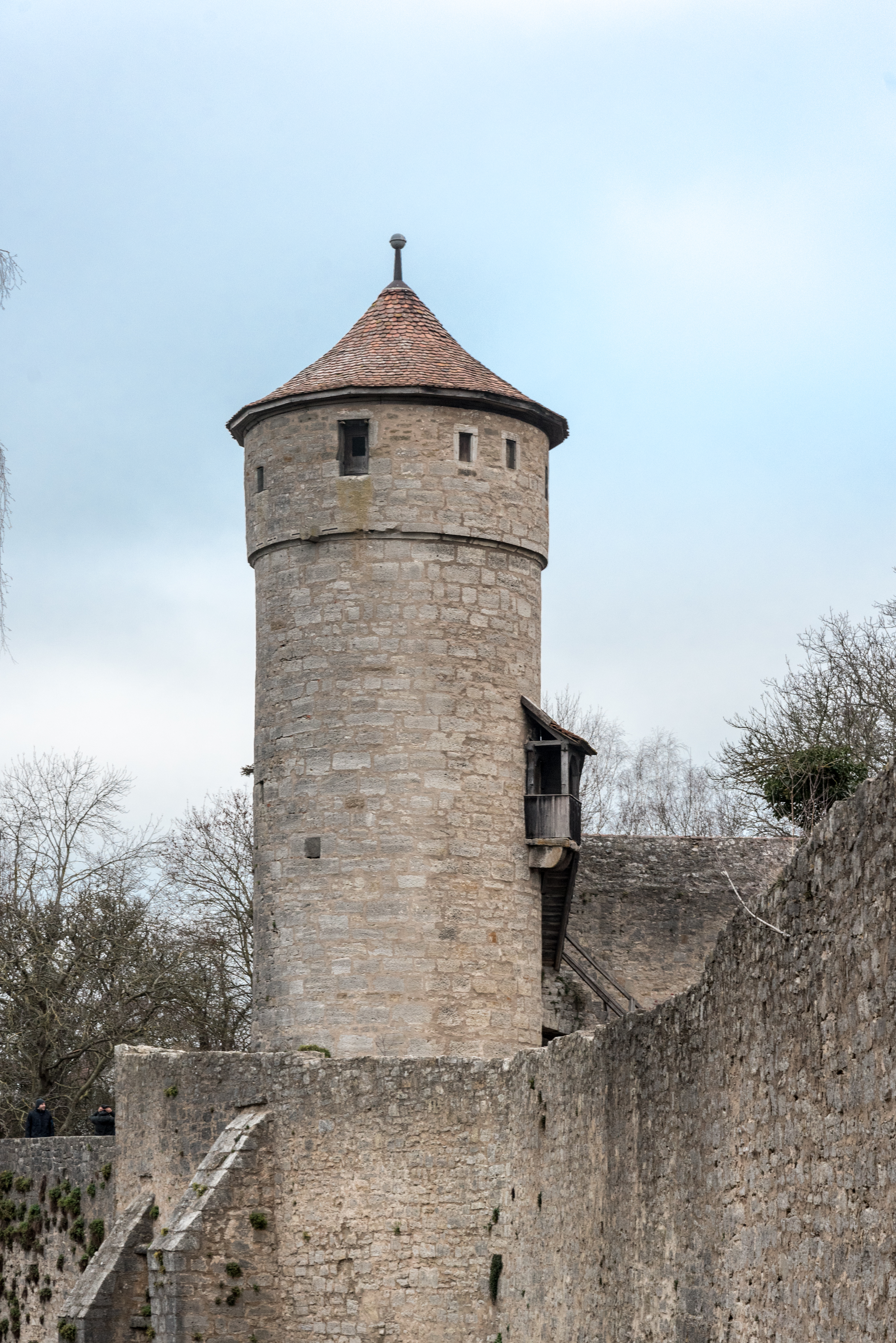
Stafturm, von Süden, Stadtseite weitere Bilder
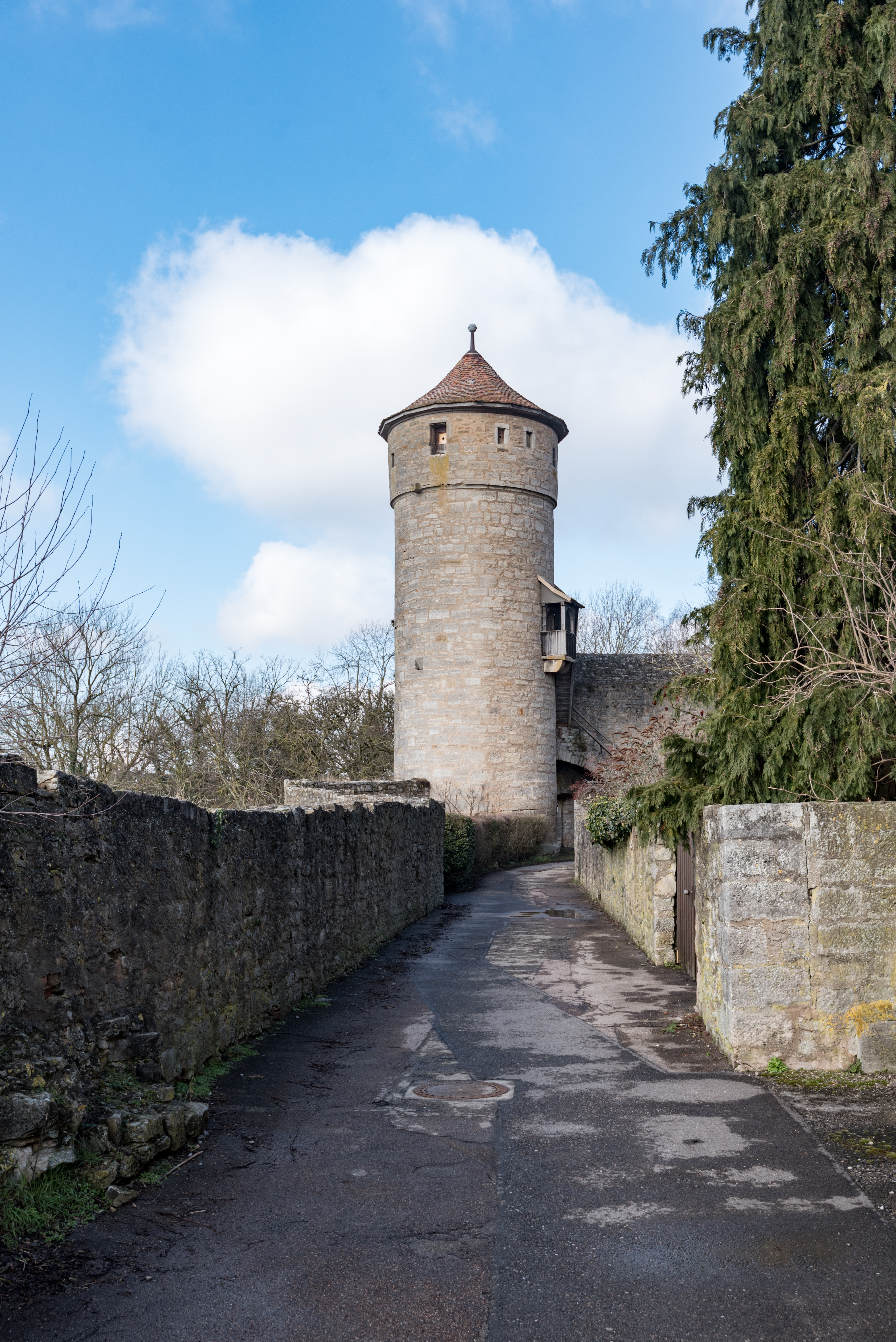
Stafturm, von Süden, Stadtseite weitere Bilder
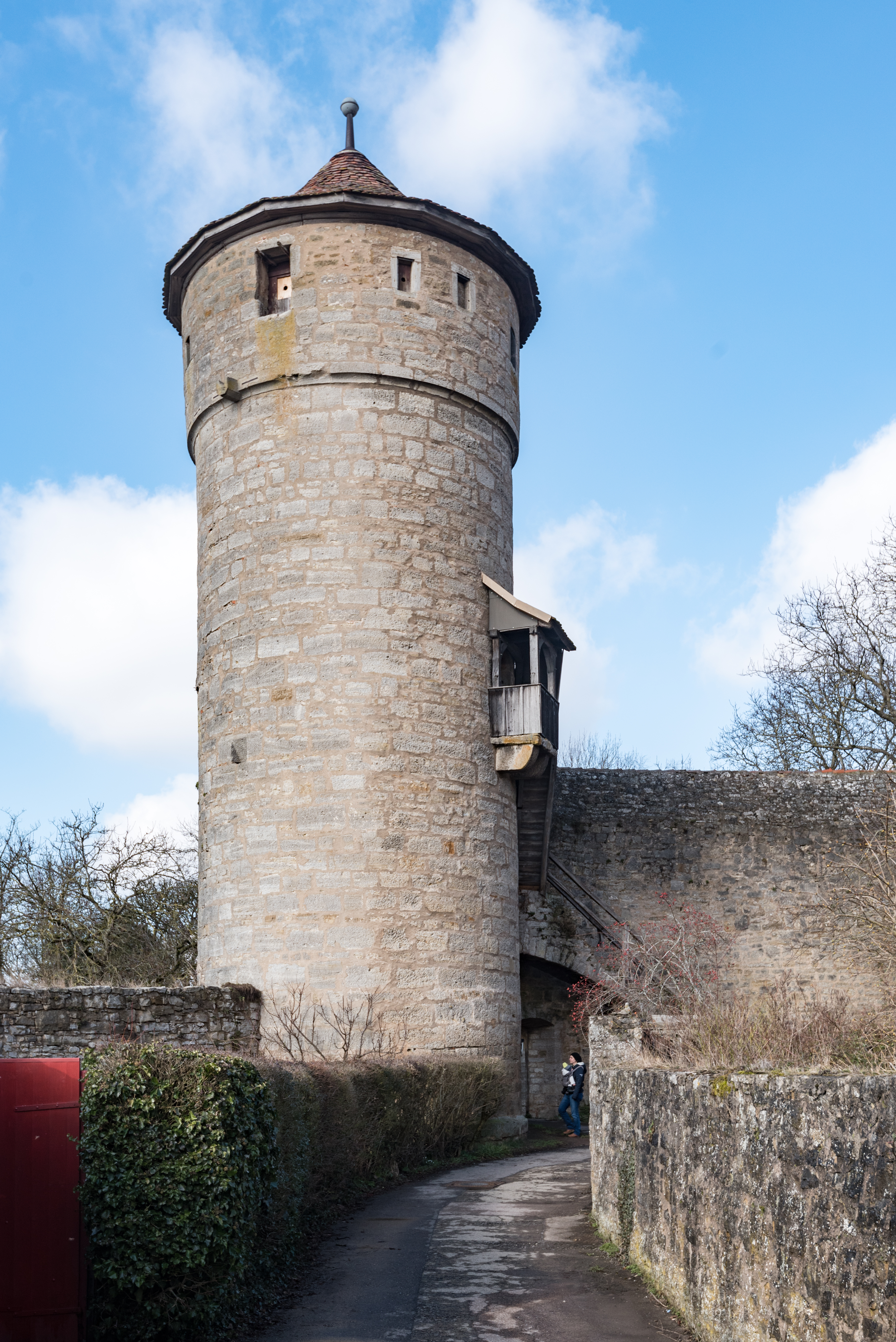
Stafturm, von Süden, Stadtseite weitere Bilder
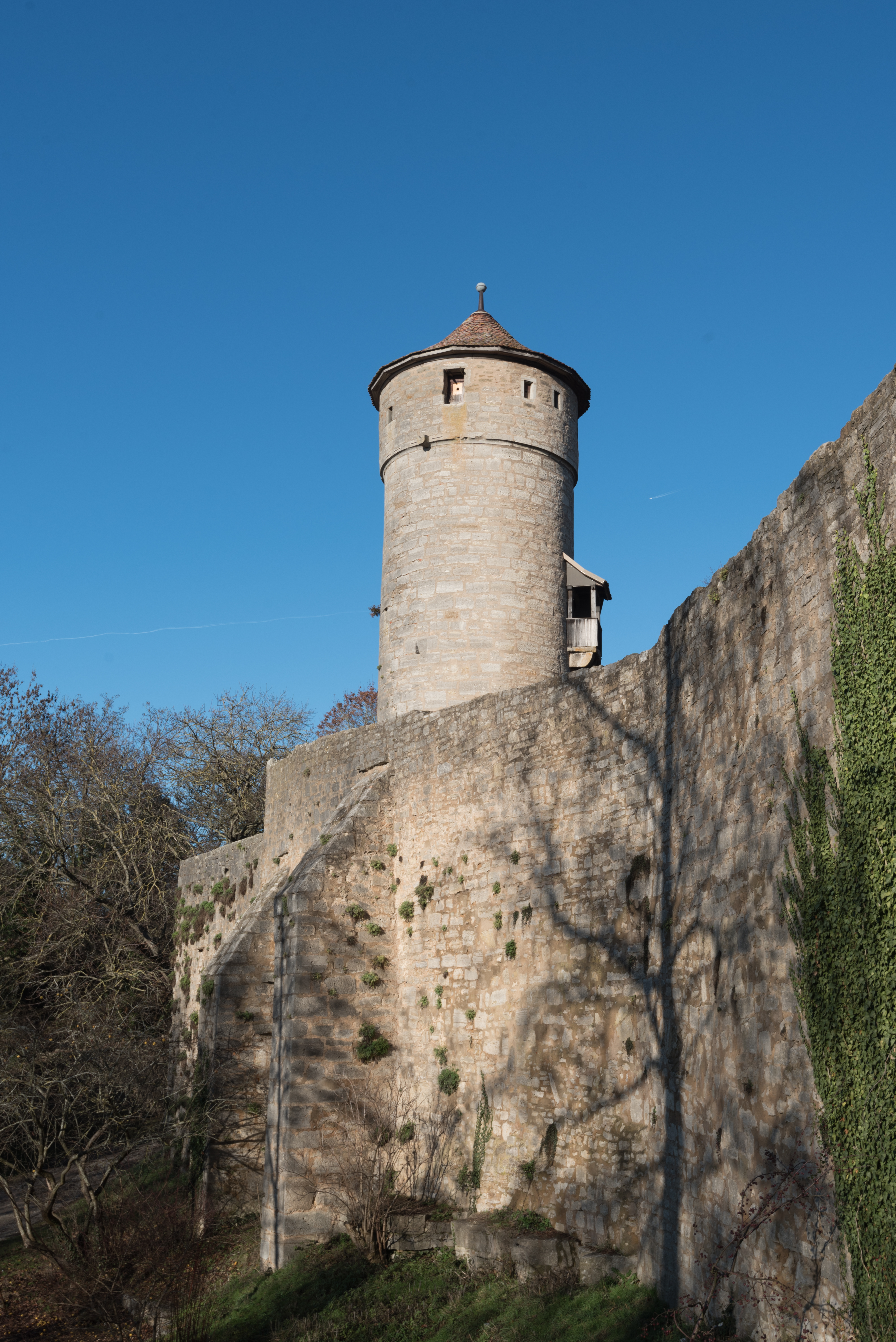
Stafturm, von Süden, Feldseite weitere Bilder
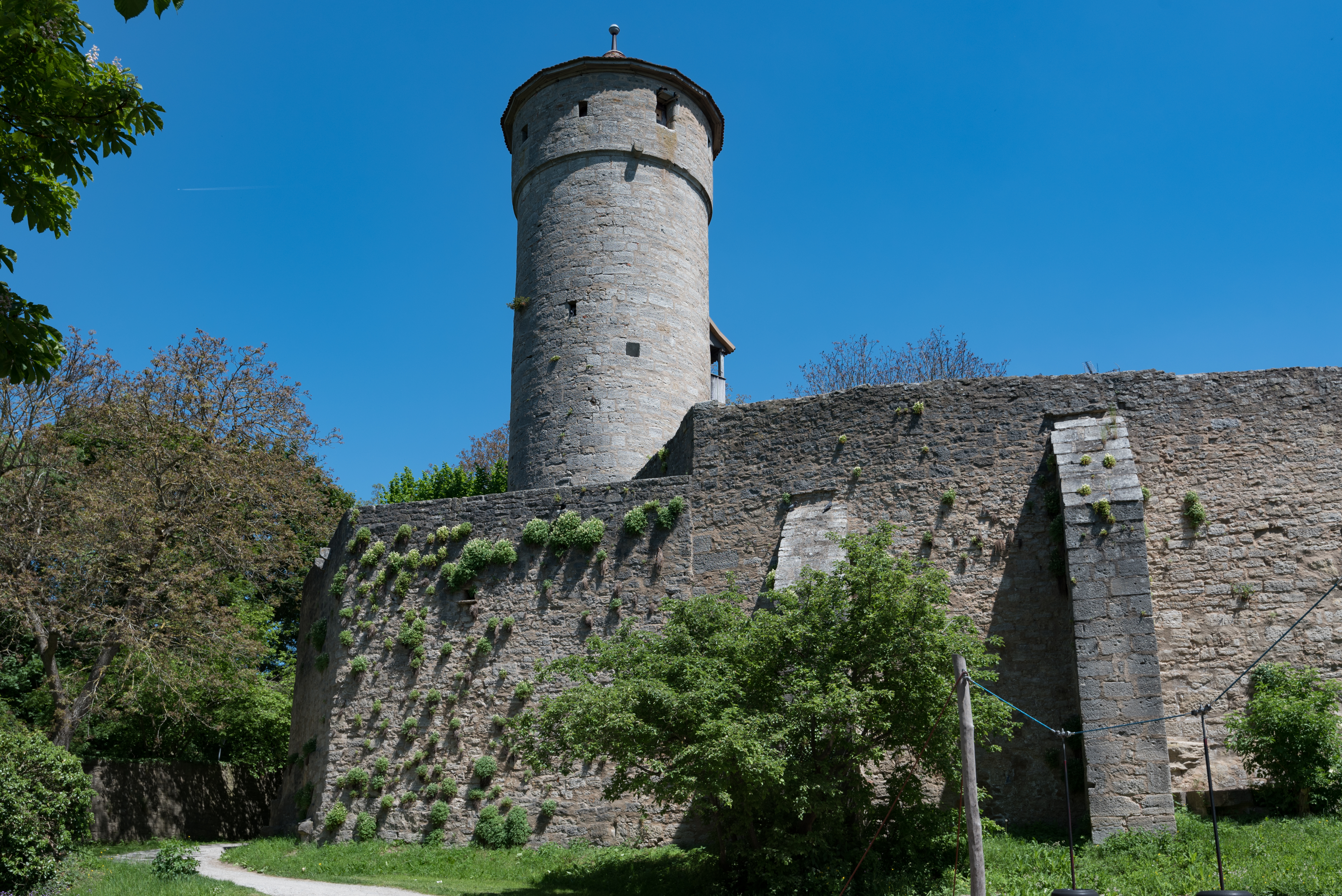
Stafturm, von Westen, Feldseite weitere Bilder
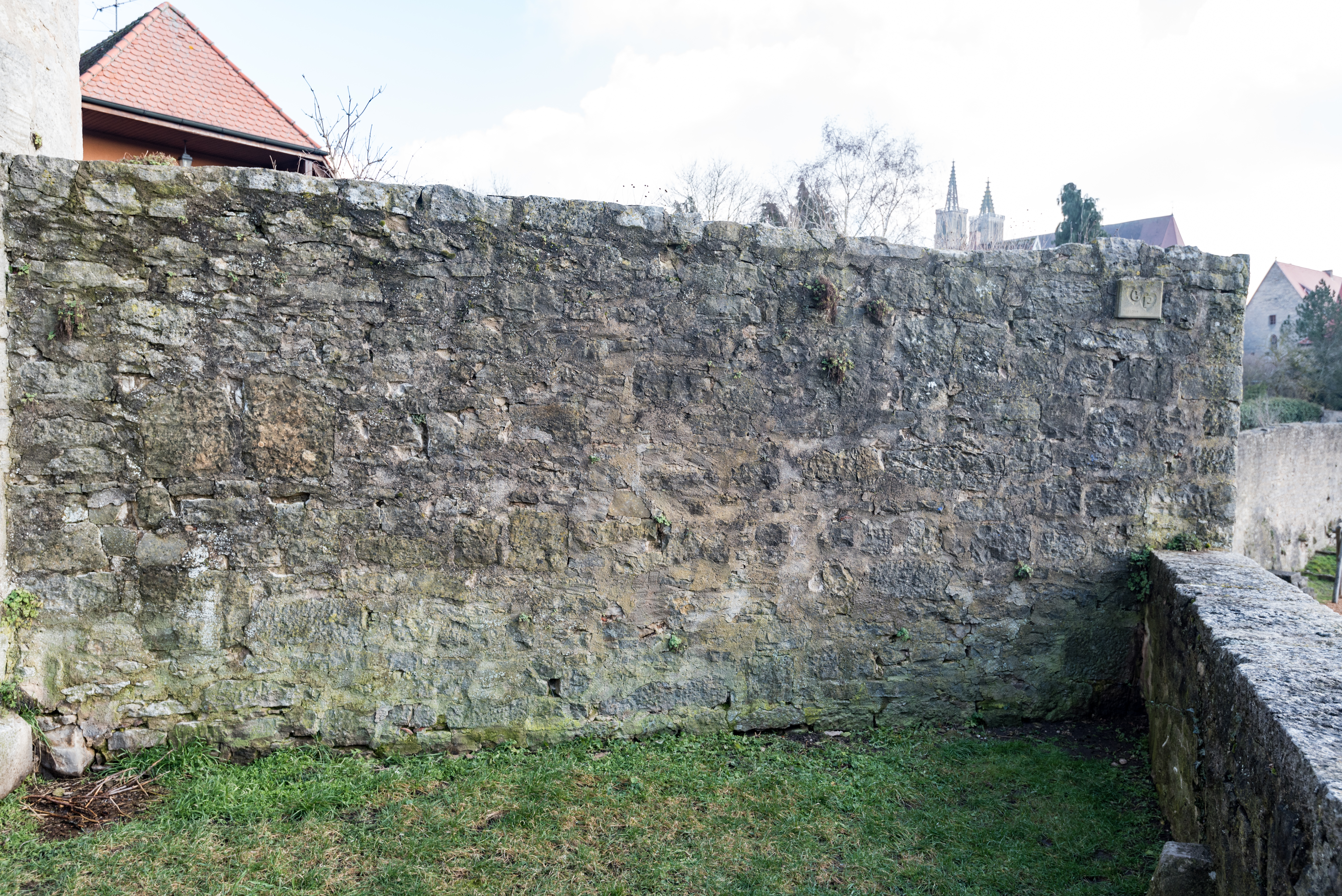
Zwinger am Strafturm, Richtung Süden weitere Bilder
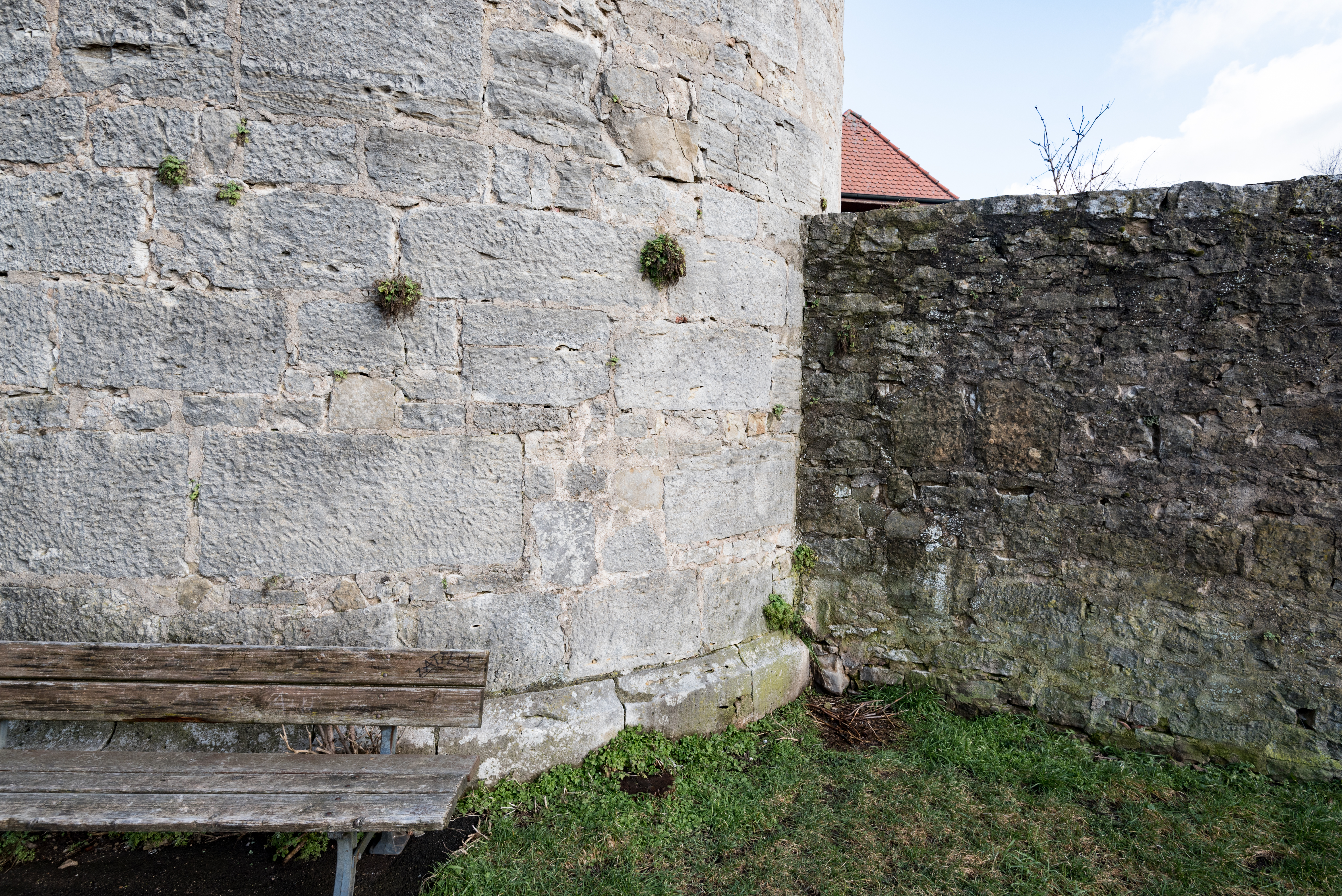
Zwinger am Strafturm, Richtung Süden weitere Bilder
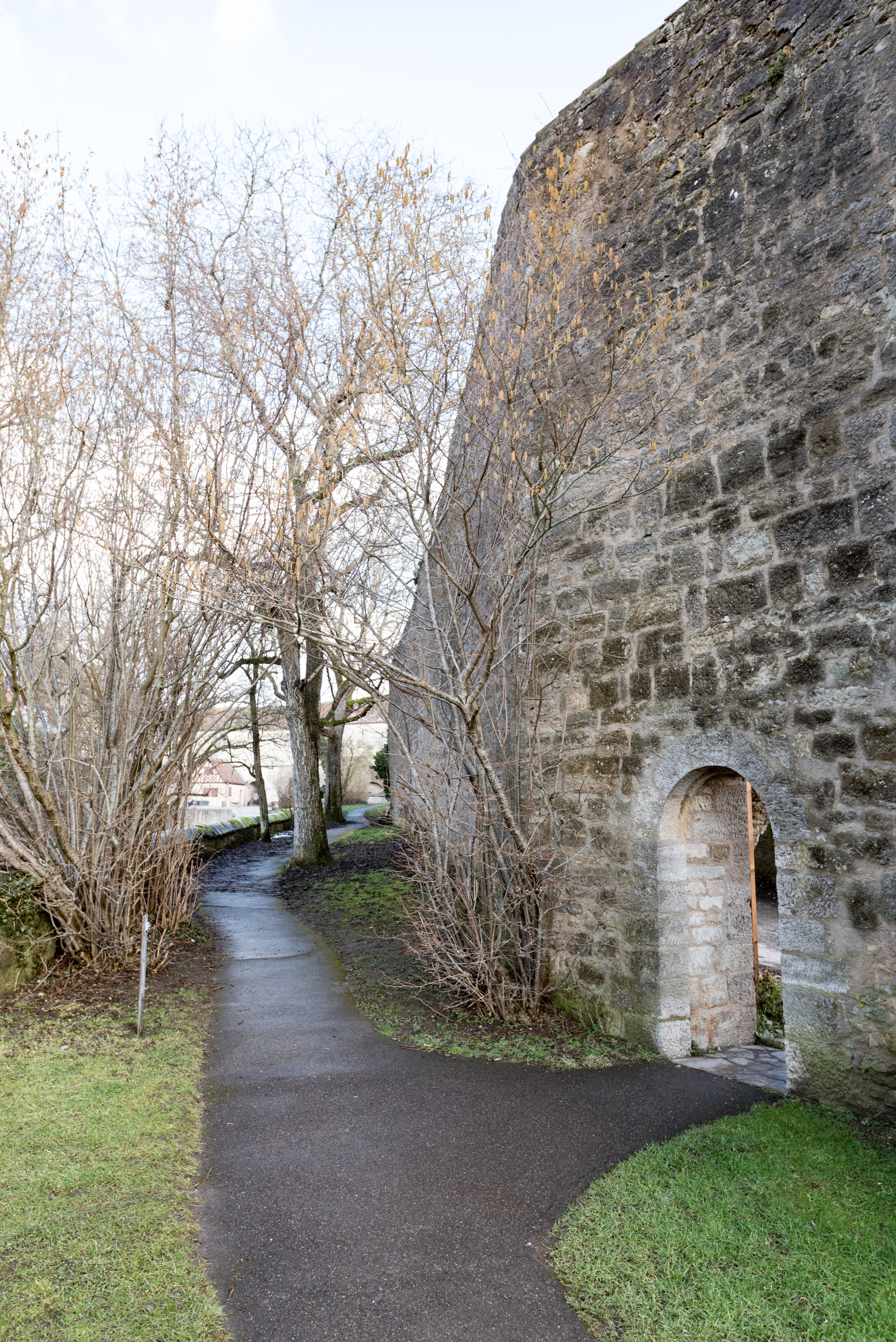
Zwinger am Strafturm, von Westen weitere Bilder
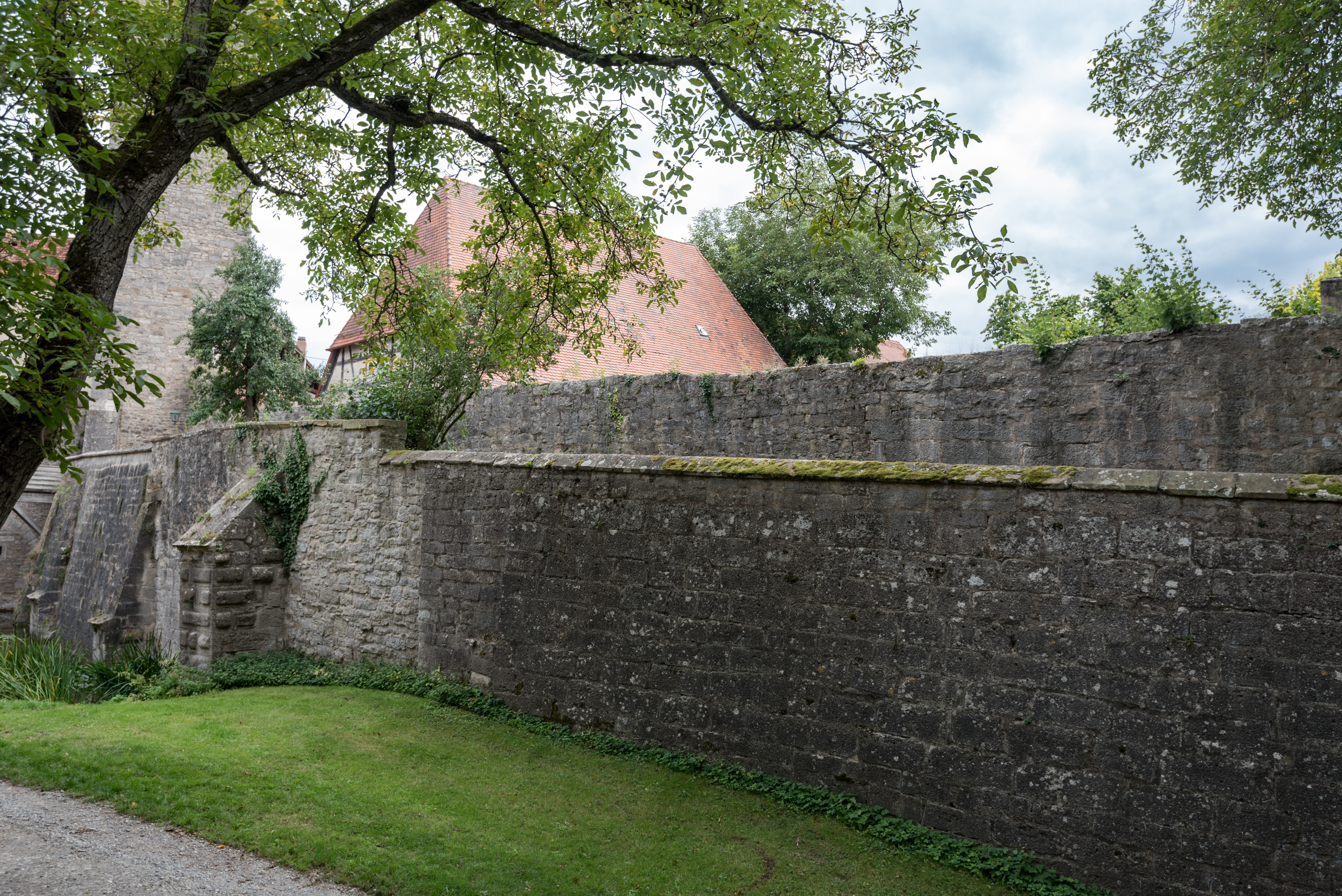
Zwinger am Klingentor, von Norden weitere Bilder
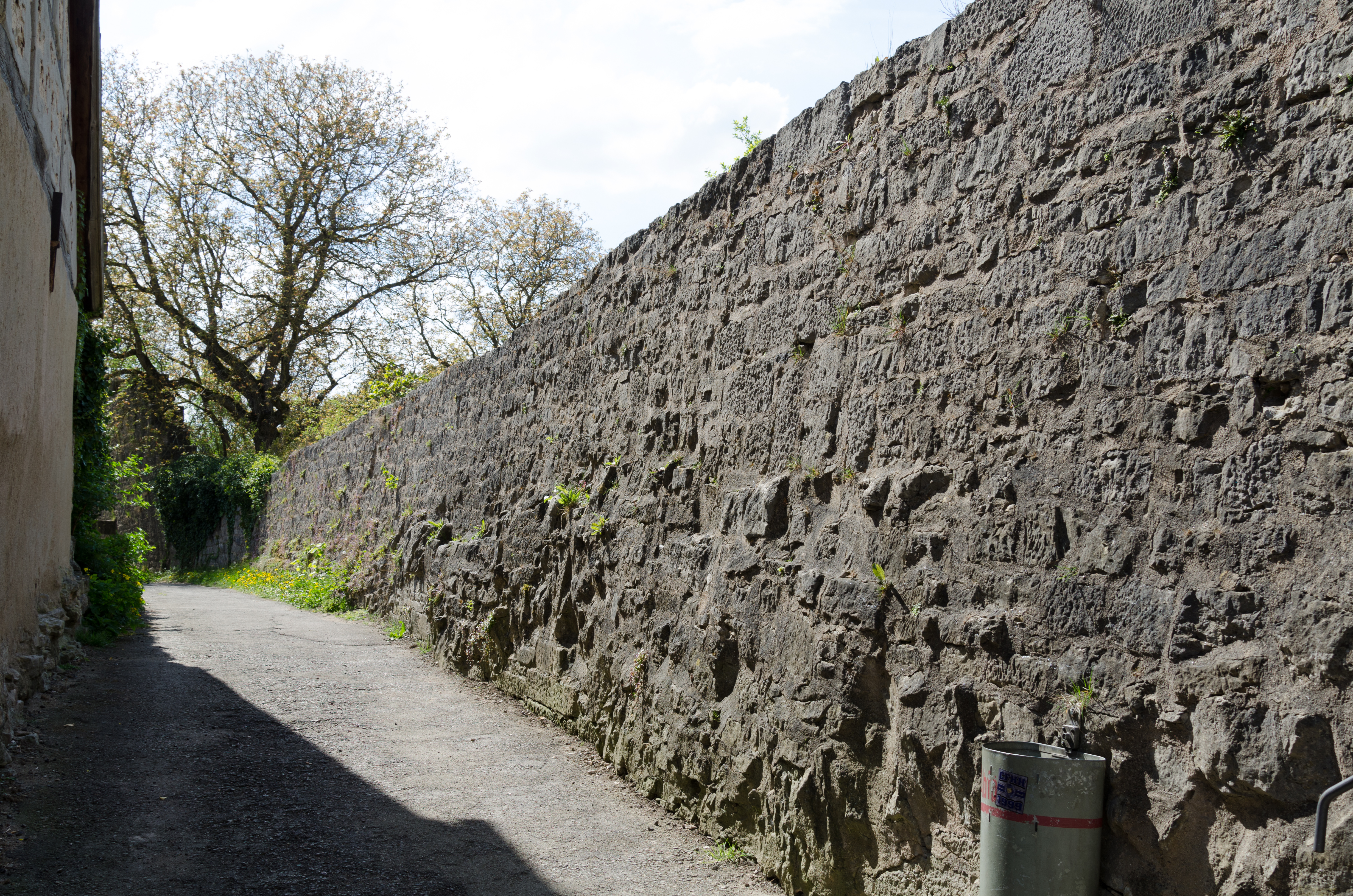
Stadtmauer zwischen Strafturm und Klingentor weitere Bilder
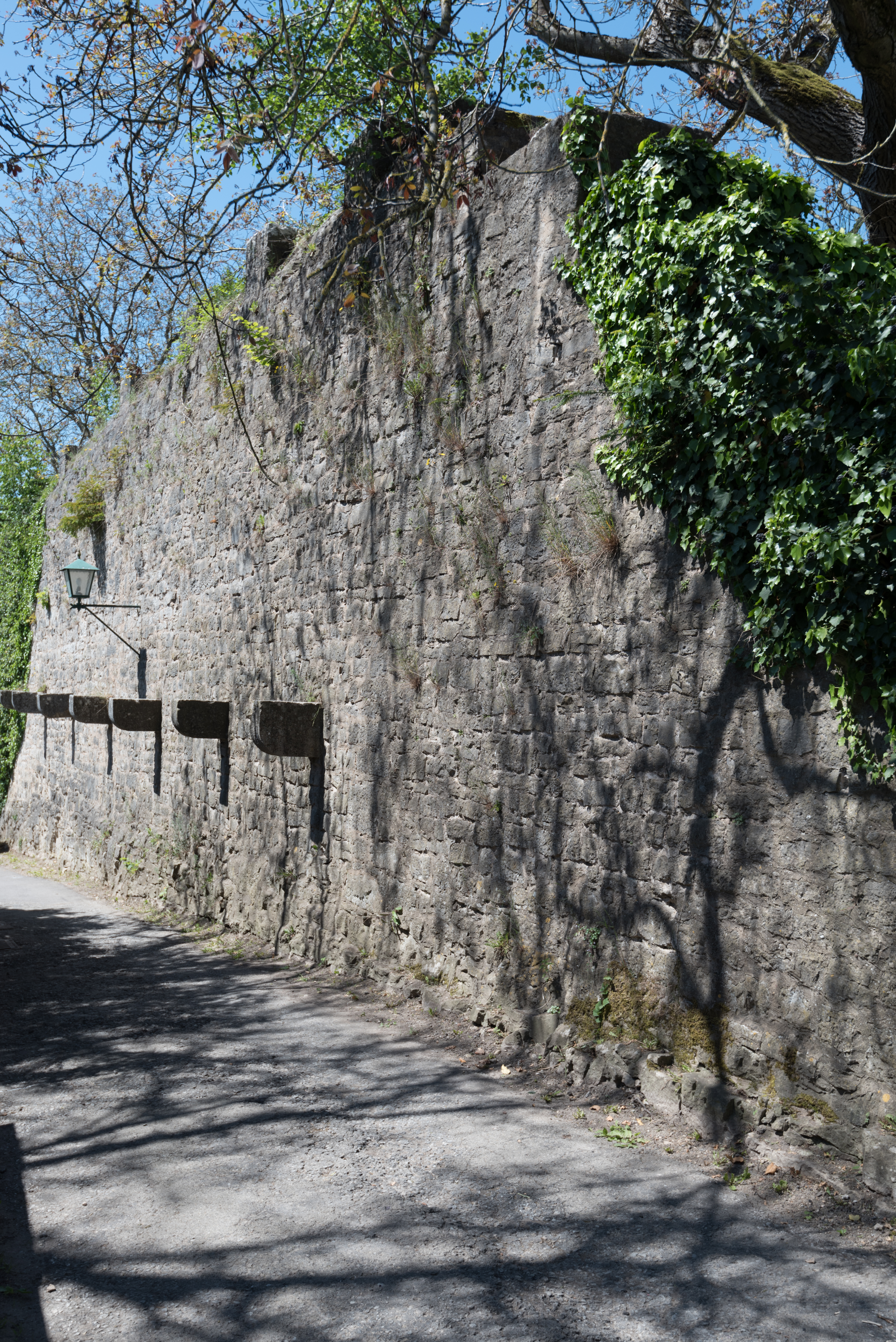
Stadtmauer zwischen Strafturm und Klingentor weitere Bilder
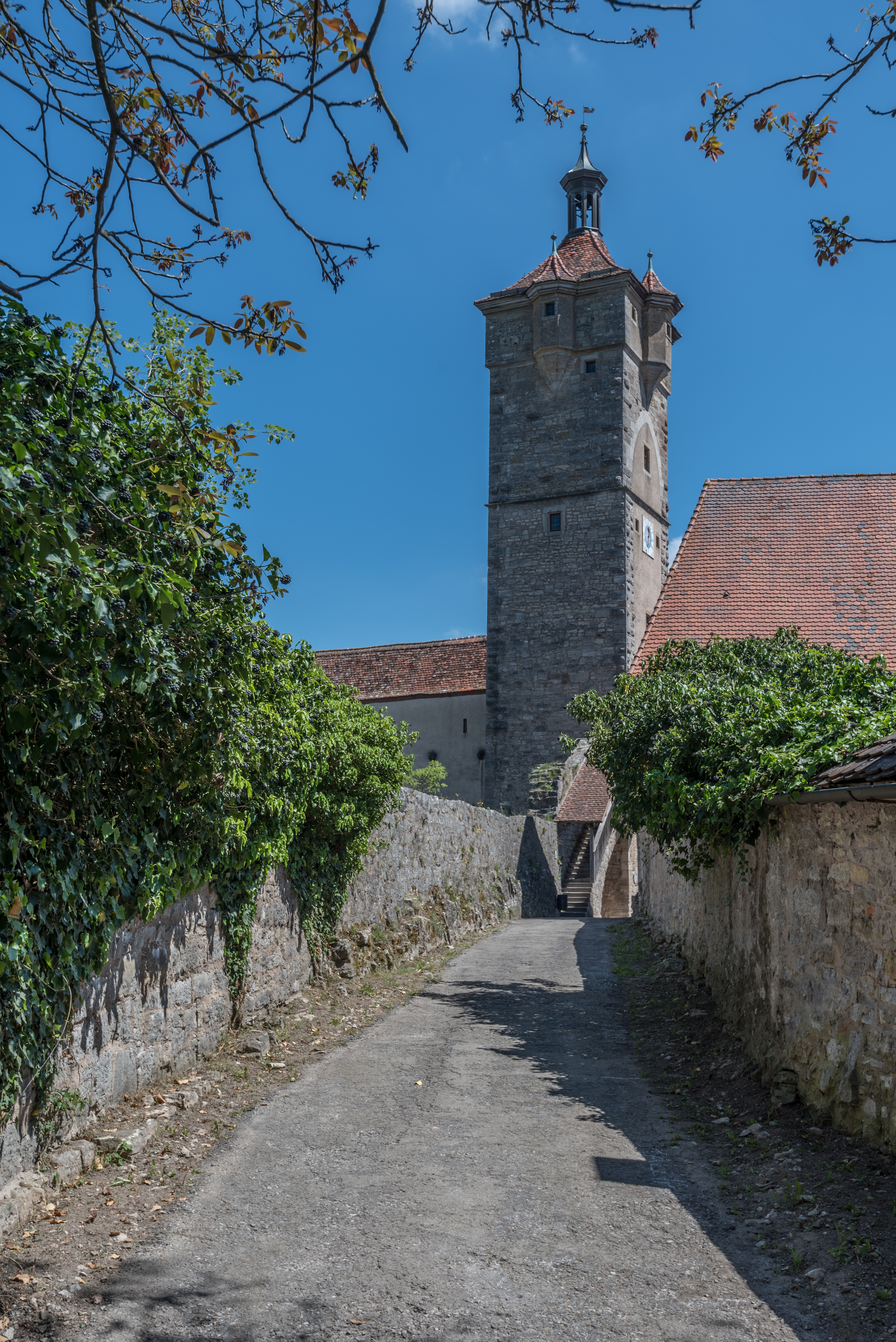
Stadtmauer zwischen Strafturm und Klingentor weitere Bilder
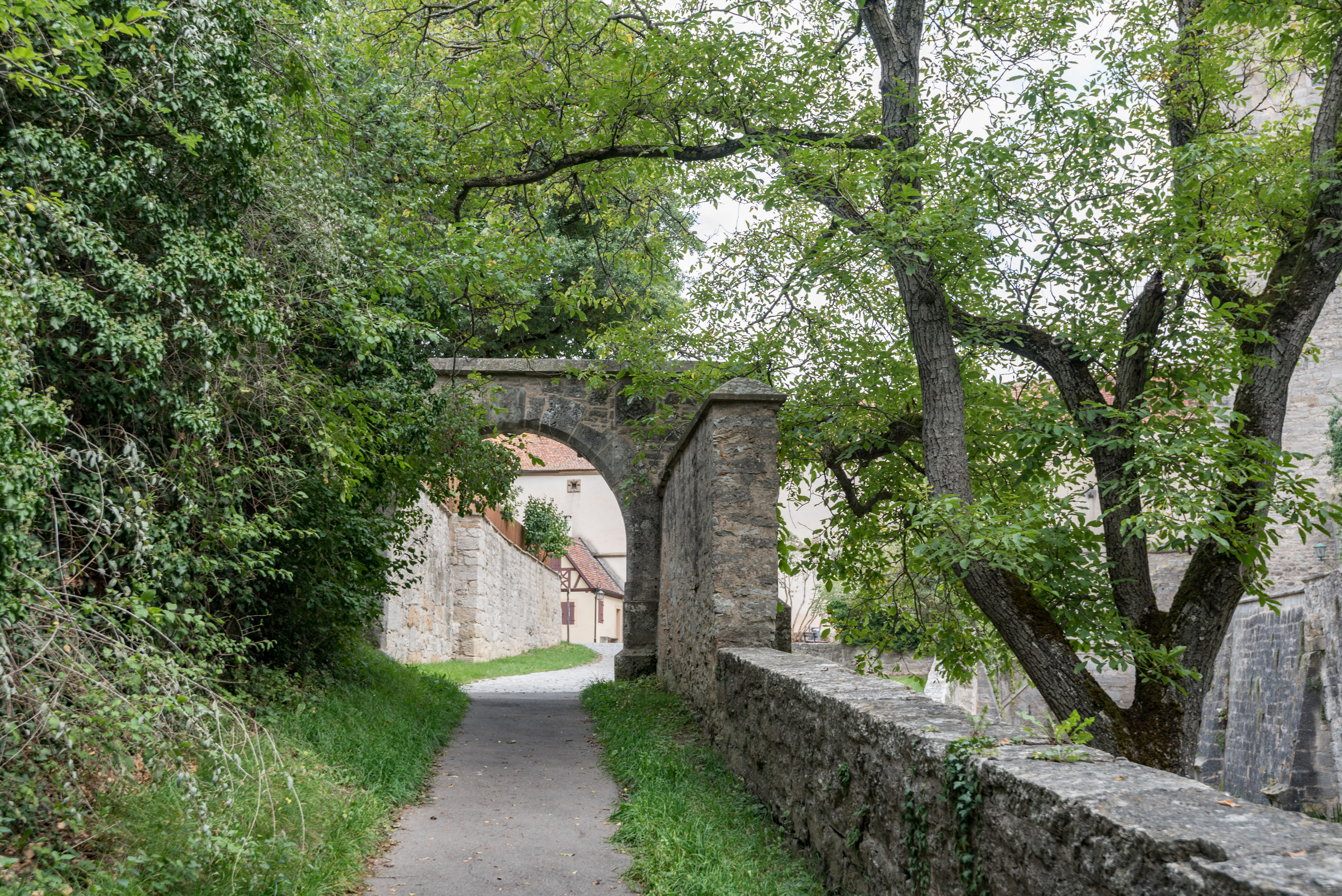
Klingentorzwinger, Tor, Feldseite weitere Bilder
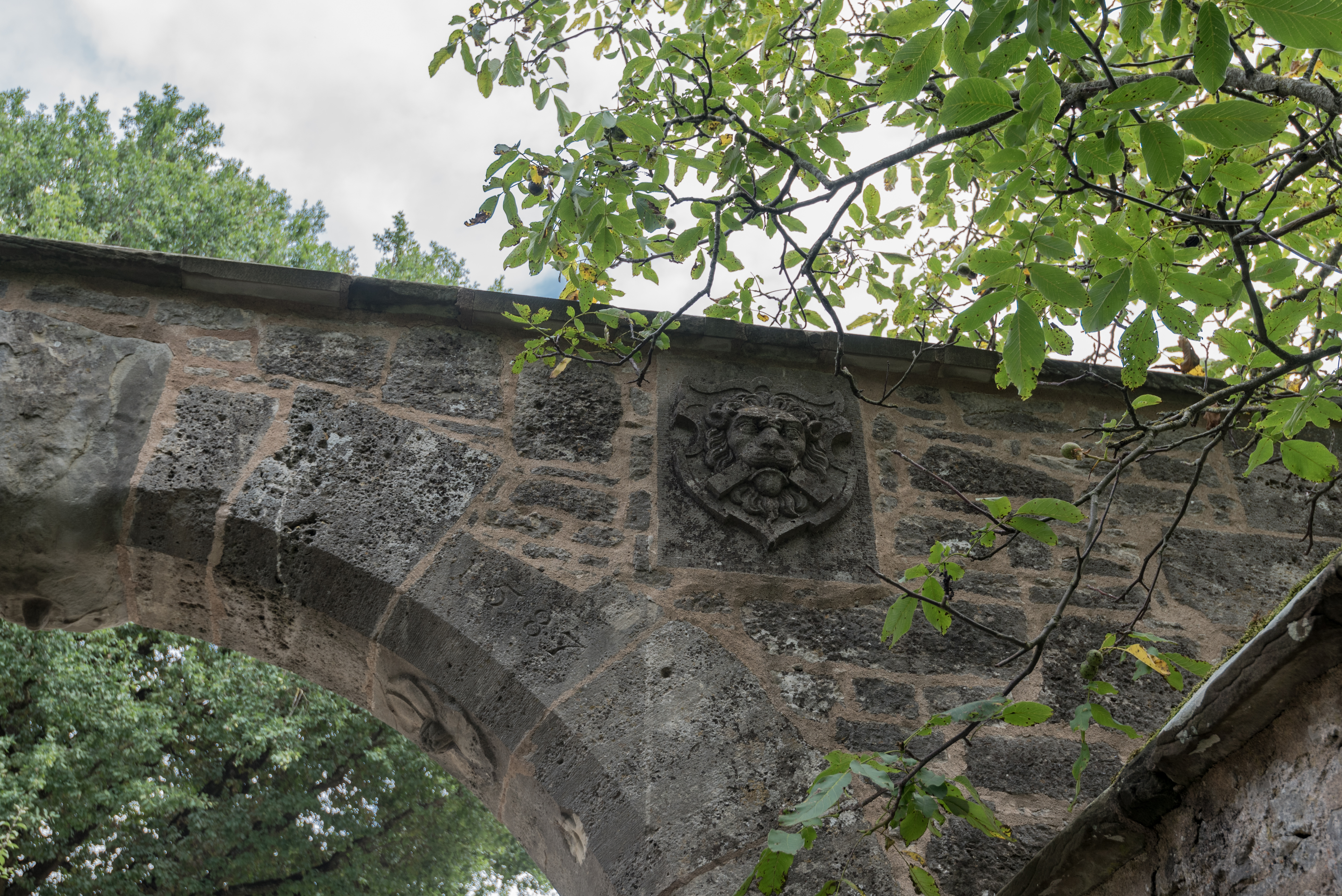
Klingentorzwinger, Tor, Feldseite weitere Bilder
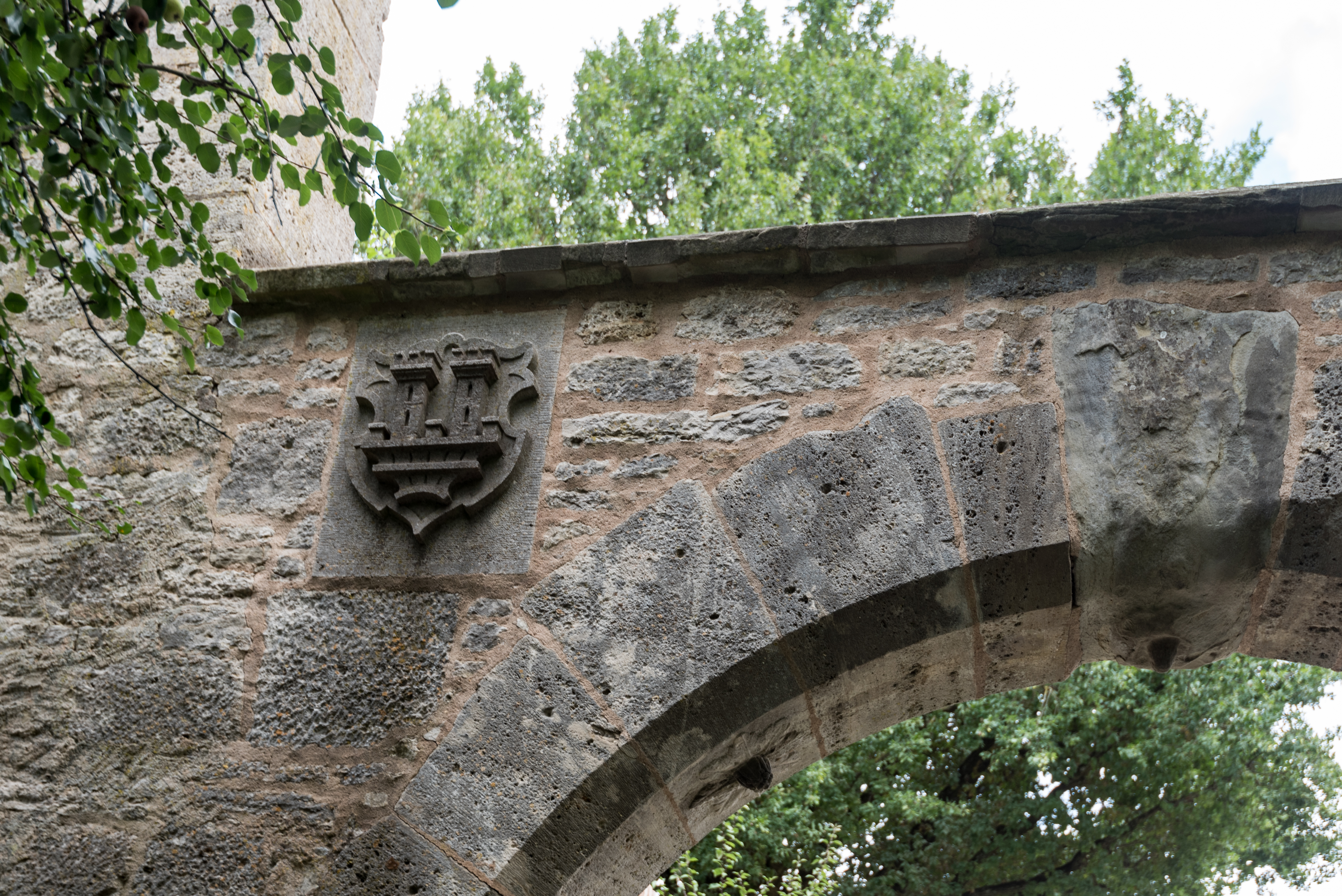
Klingentorzwinger, Tor, Feldseite weitere Bilder
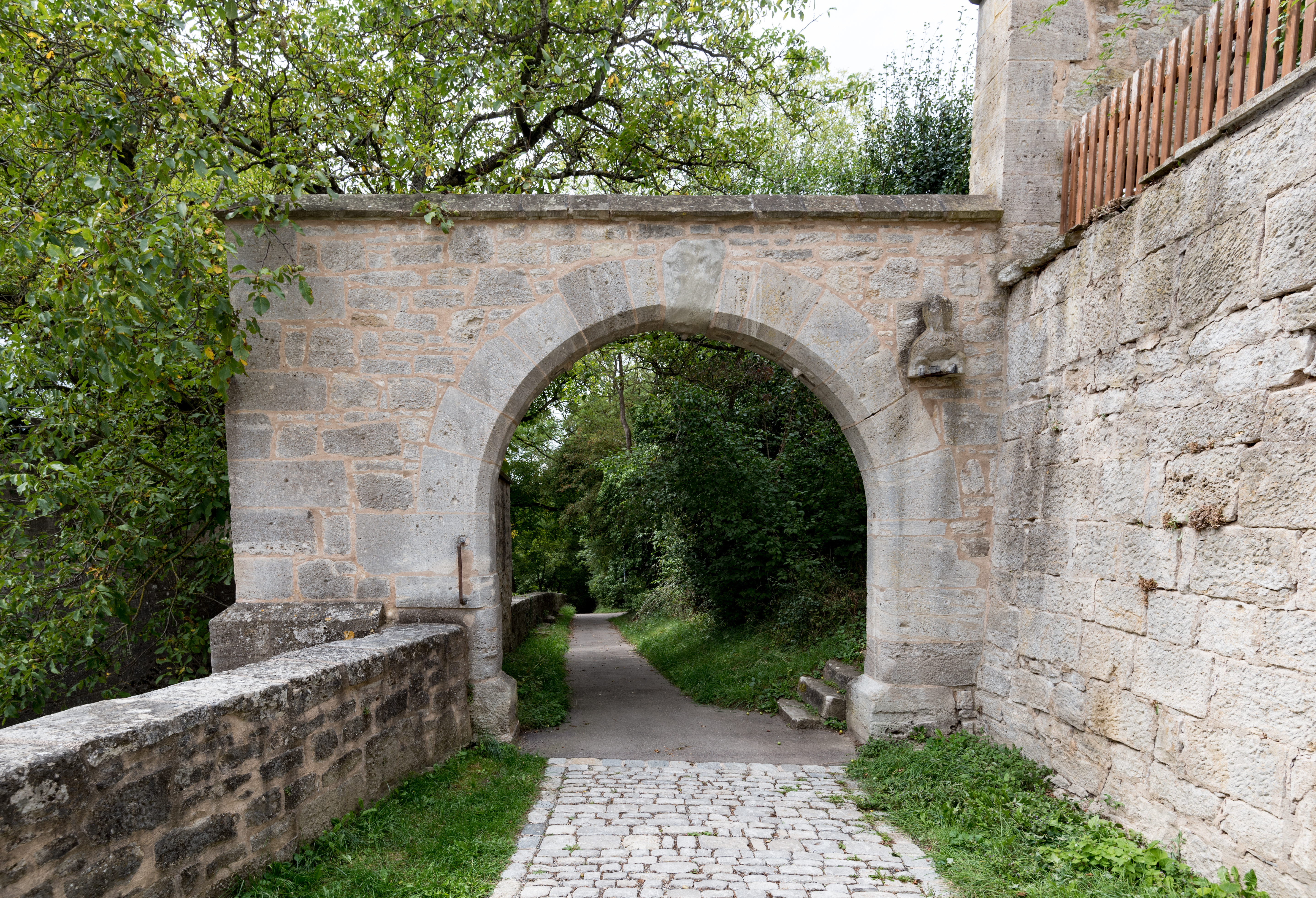
Klingentorzwinger, Tor, Stadtseite weitere Bilder
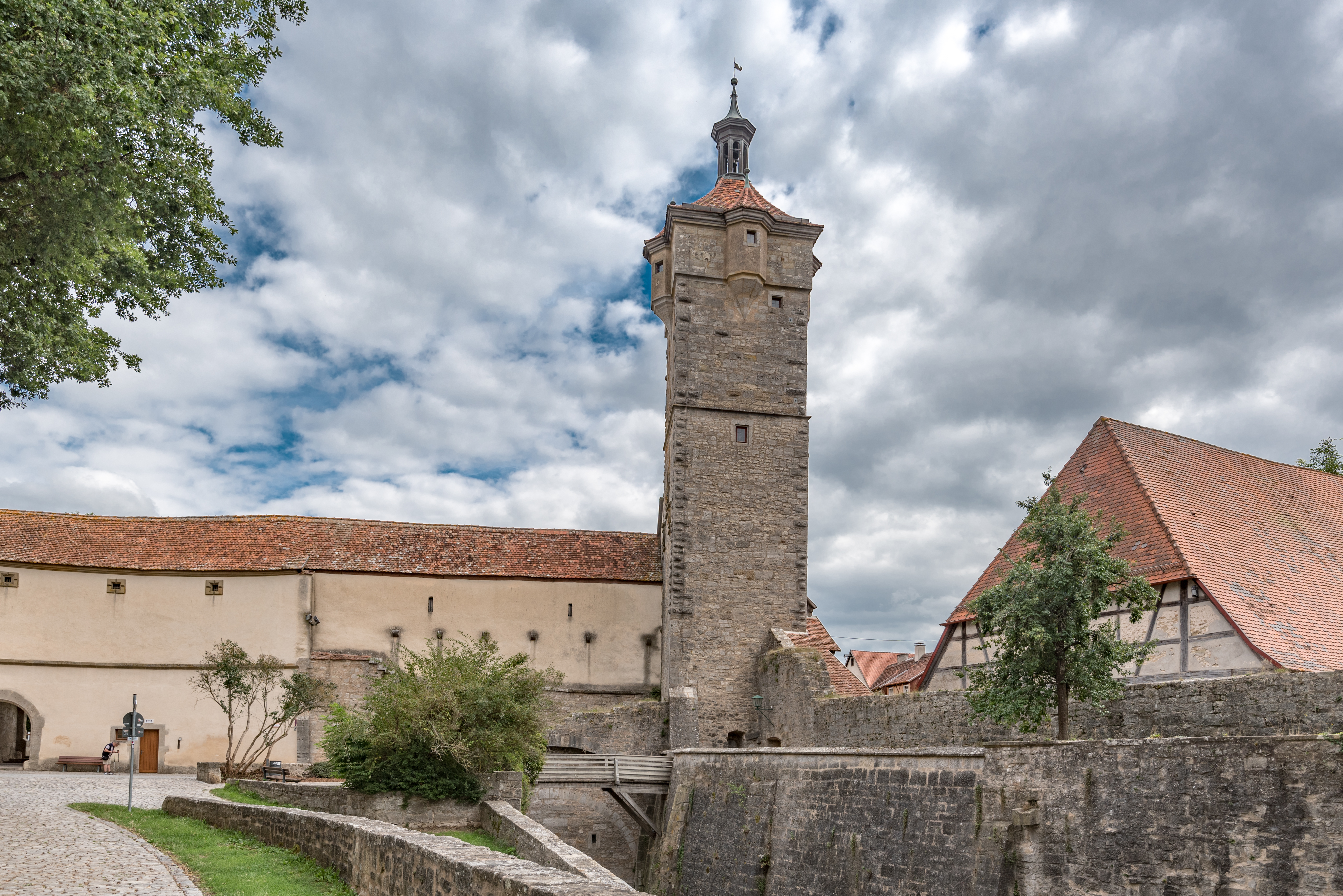
Klingentorzwinger, von Westen weitere Bilder
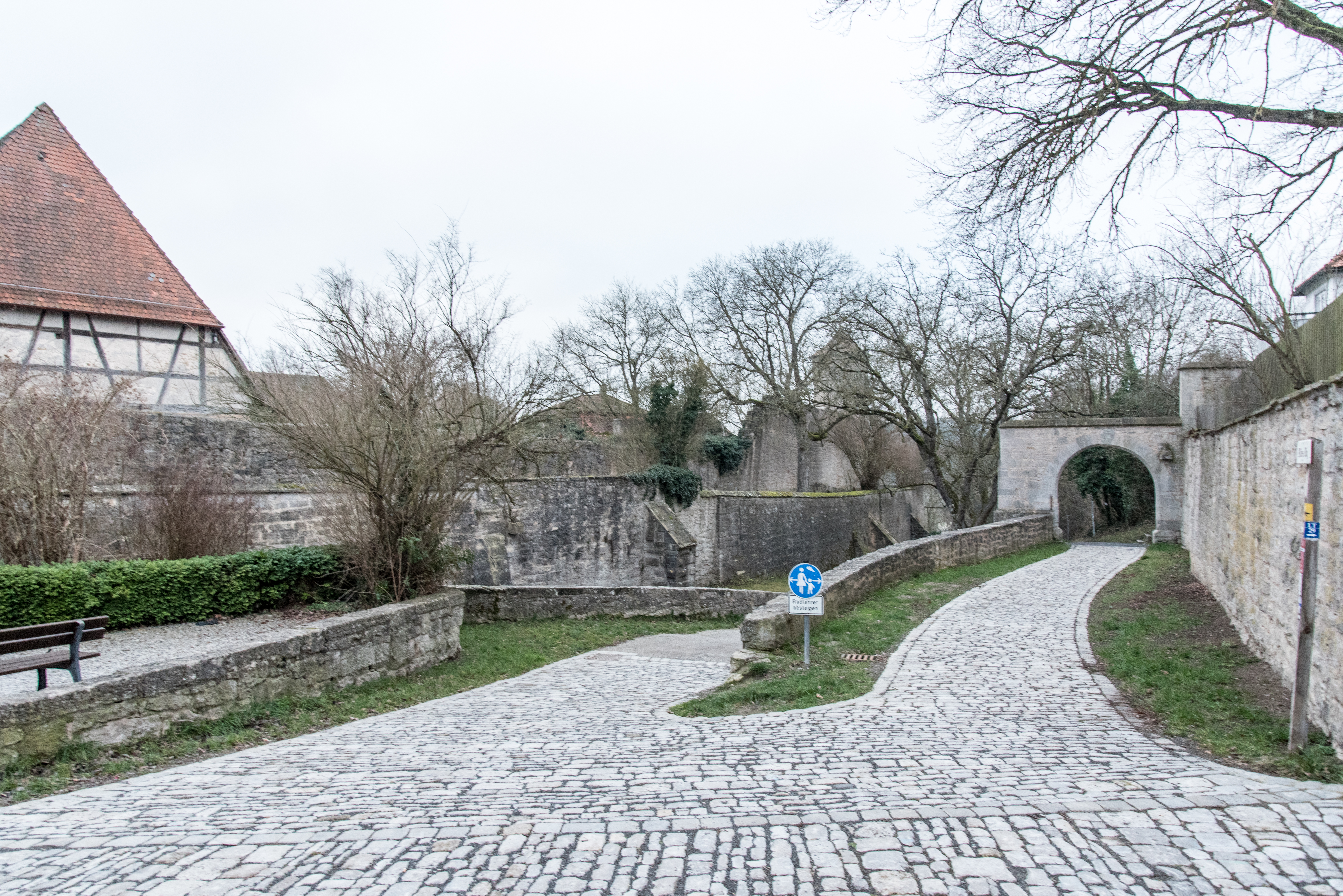
Zwinger am Klingentor, von Osten weitere Bilder

#### Klingentoranlage
Die Klingentoranlage mit der Klingenbastei und Wolfgangskirche ist vollständig erhalten.
- Klingengasse 37 (Lage) Torturm, sogenanntes Klingentor, Nördliche Toranlage des 14.–16. Jahrhunderts, Quadratischer Tor- und Wasserturm mit spitzbogigem Durchgang, Ende 14. Jahrhundert, mit kupfernem Wasserspeicher des späten 16. Jahrhunderts und Erkertürmchen und Laterne des 18. Jahrhunderts (D-5-71-193-315)
- Klingentorbastei (Lage) Innen- und Geschossbarbakane, bogenförmiger Putzbau mit Schießscharten und Wappentafel, erste Hälfte 16. Jahrhundert
- Klingentorbastei 2 (Lage) Torwache, eingeschossiger Satteldachbau mit Zierfachwerkgiebel, um 1700
- Klingentorbastei 4 (Lage) Vortor, dreigeschossiger Hausteinbau mit Rundbogentor, Satteldach und teilweise verputztem Fachwerk, 1470/80
- Nähe Bezoldweg (Lage) Grabenbrücke, zweibogige Hausteinbrücke zum Vortor, ehemals mit Zugbrücke, 1470/80
- Klingengasse 37 (Lage) Ehemaliger Löschwasserteich, sogenannte Klingenweth, gemauertes Becken, um 1600
- Klingentorbastei 1 (Lage) Wallzwinger mit ehemaliges Wallturm, mit jüngerem Mansardwalmdach, um 1500
- Klingentorbastei 4 (Lage) Evangelische St.-Wolfgangs-Kirche, ehemalige Kirche der Bruderschaft der Schäfer und Wallfahrtskirche, über Bollwerk mit Kasematten, schlichter Saalbau mit Seitenkapellen und schmalem Chor mit polygonalem Schluss, 1475/73; mit Ausstattung

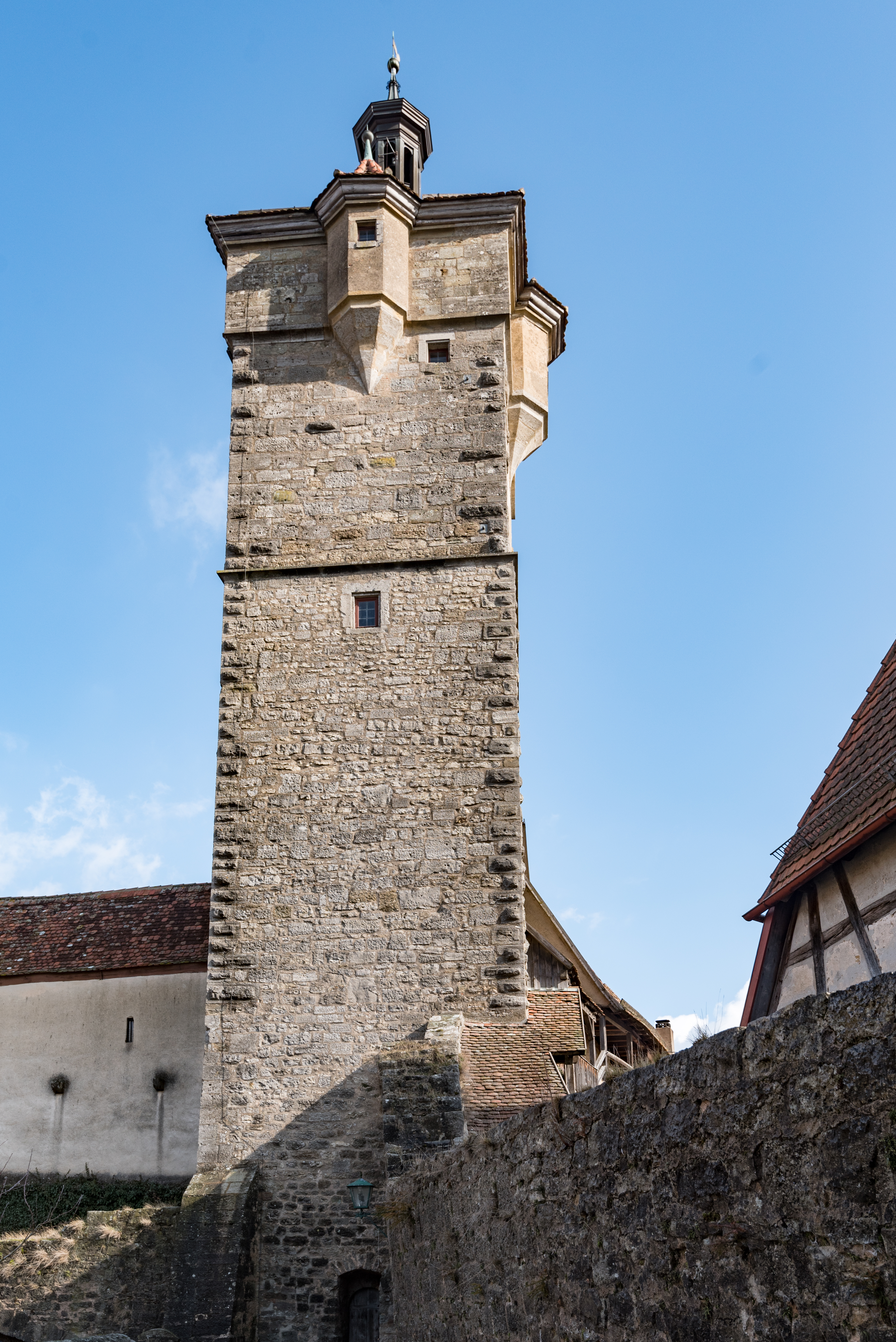
Klingentorturm von Westen weitere Bilder
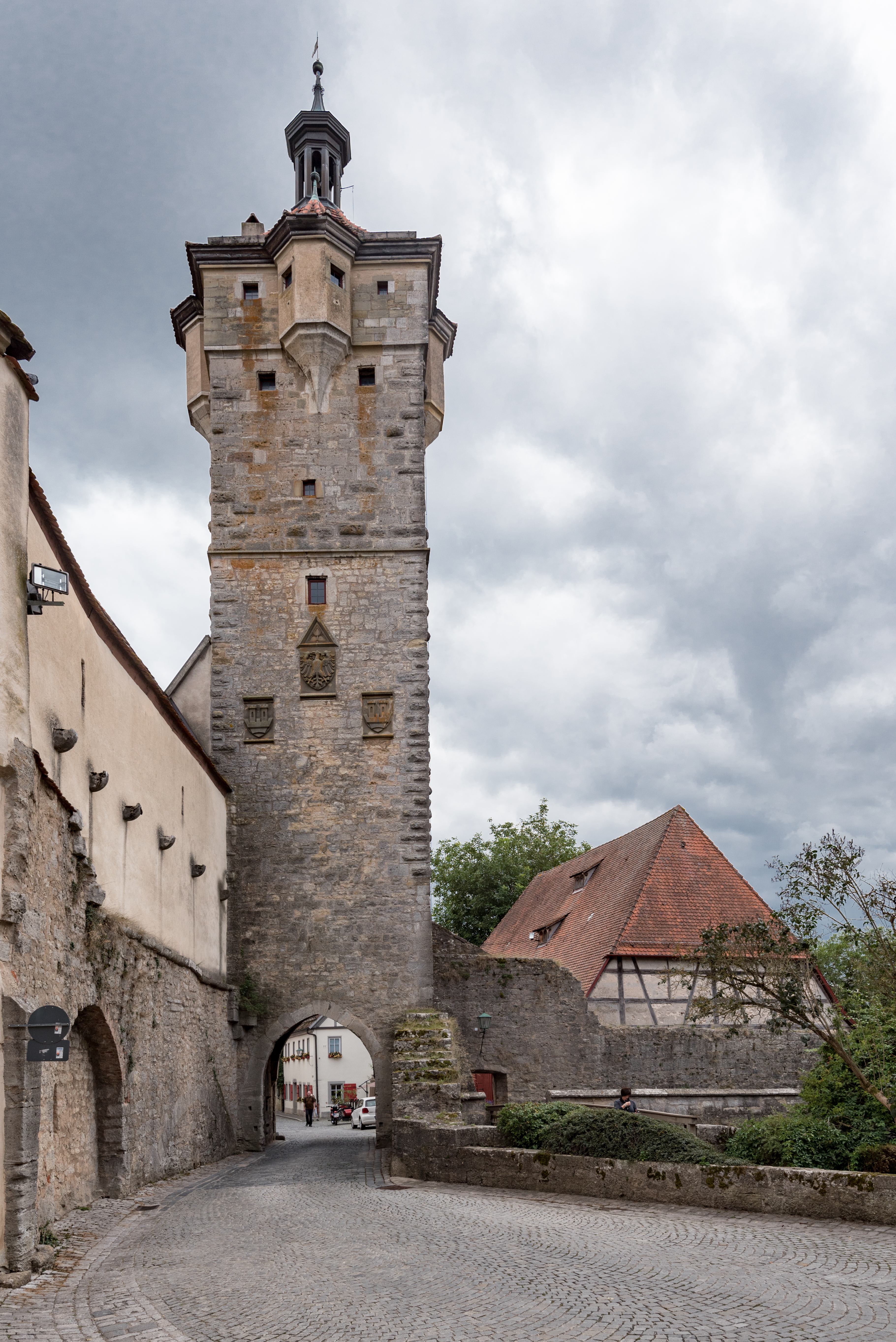
Klingentorturm von Norden weitere Bilder
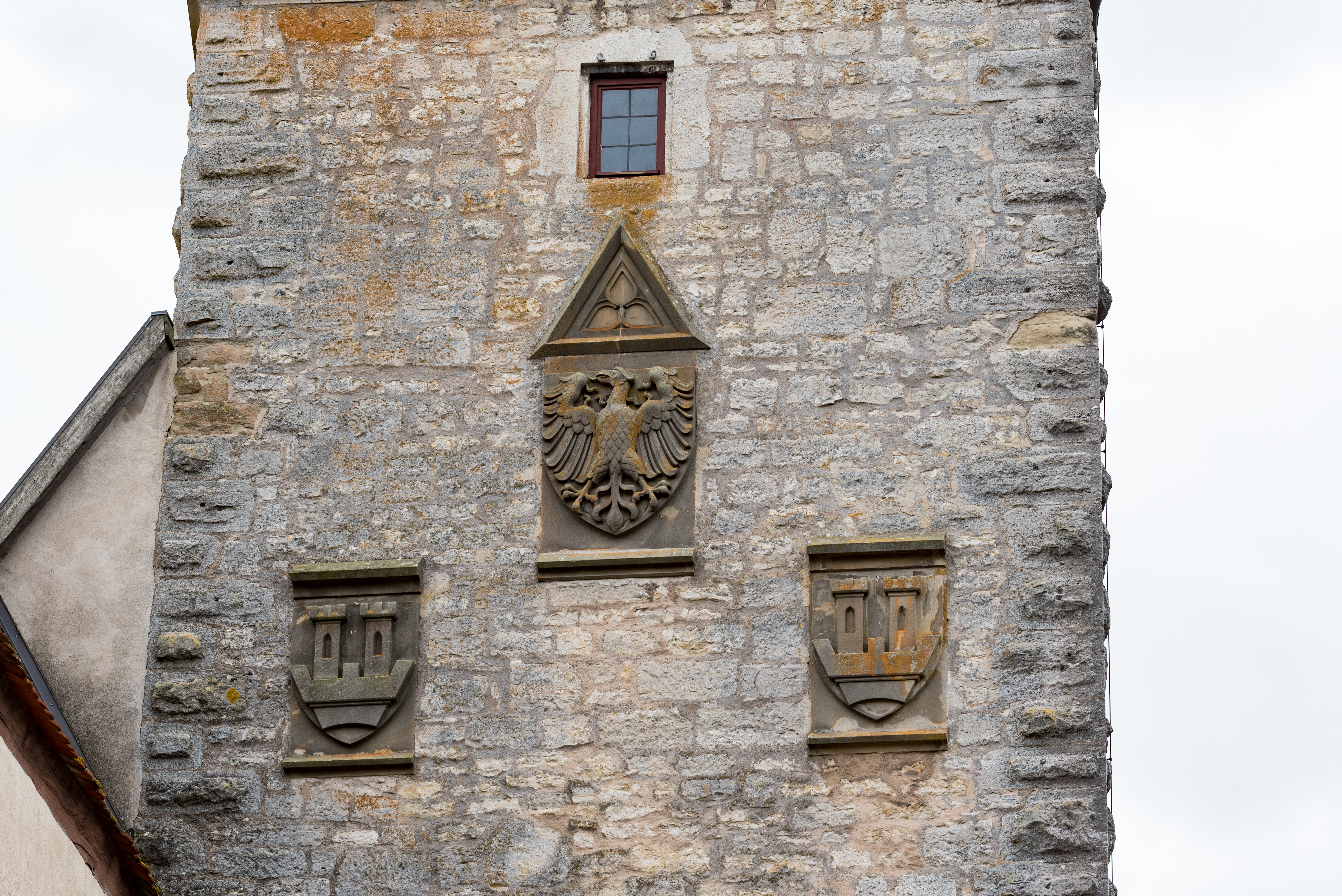
Klingentorturm von Norden, Wappen weitere Bilder
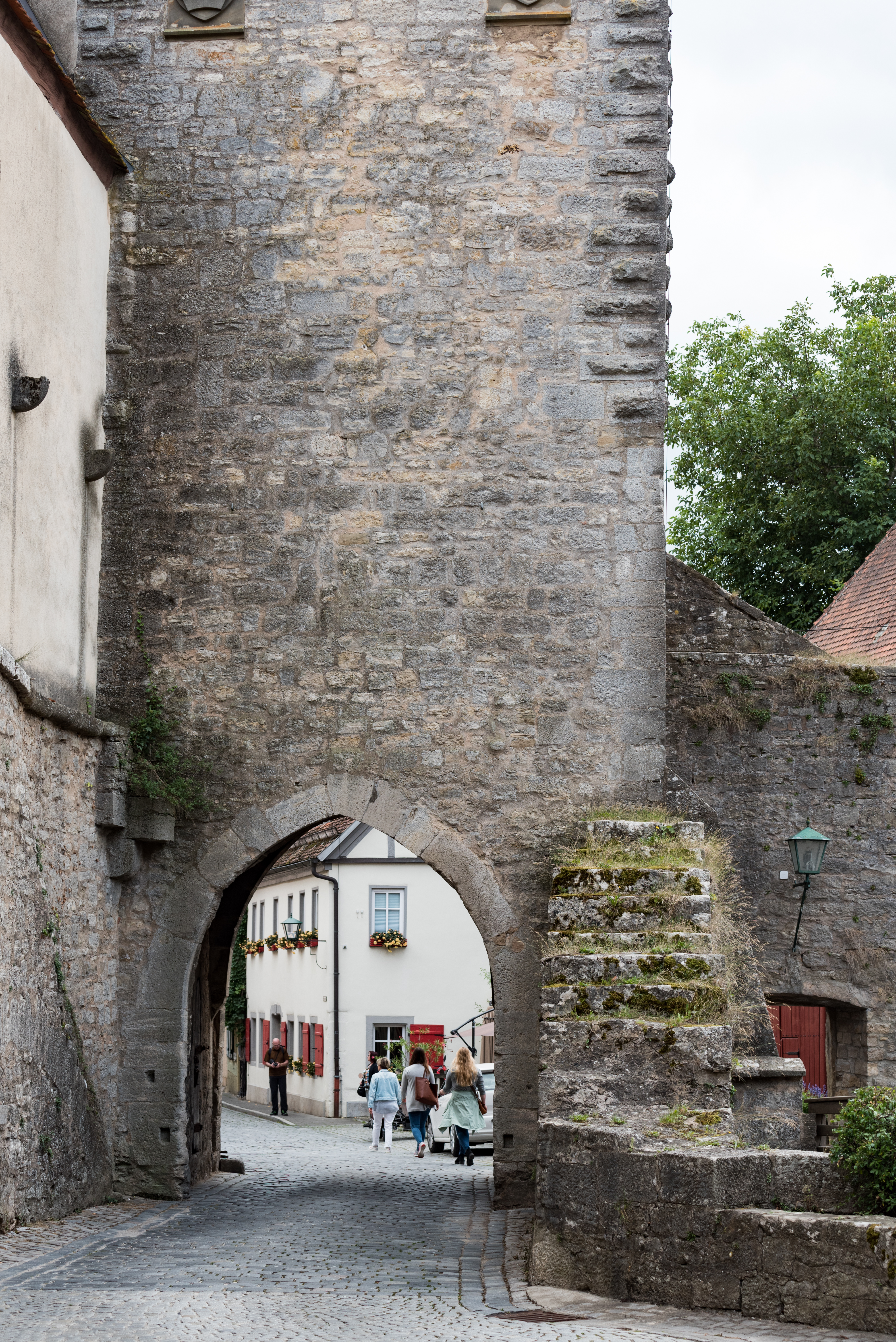
Klingentorturm von Norden, Durchfahrt weitere Bilder
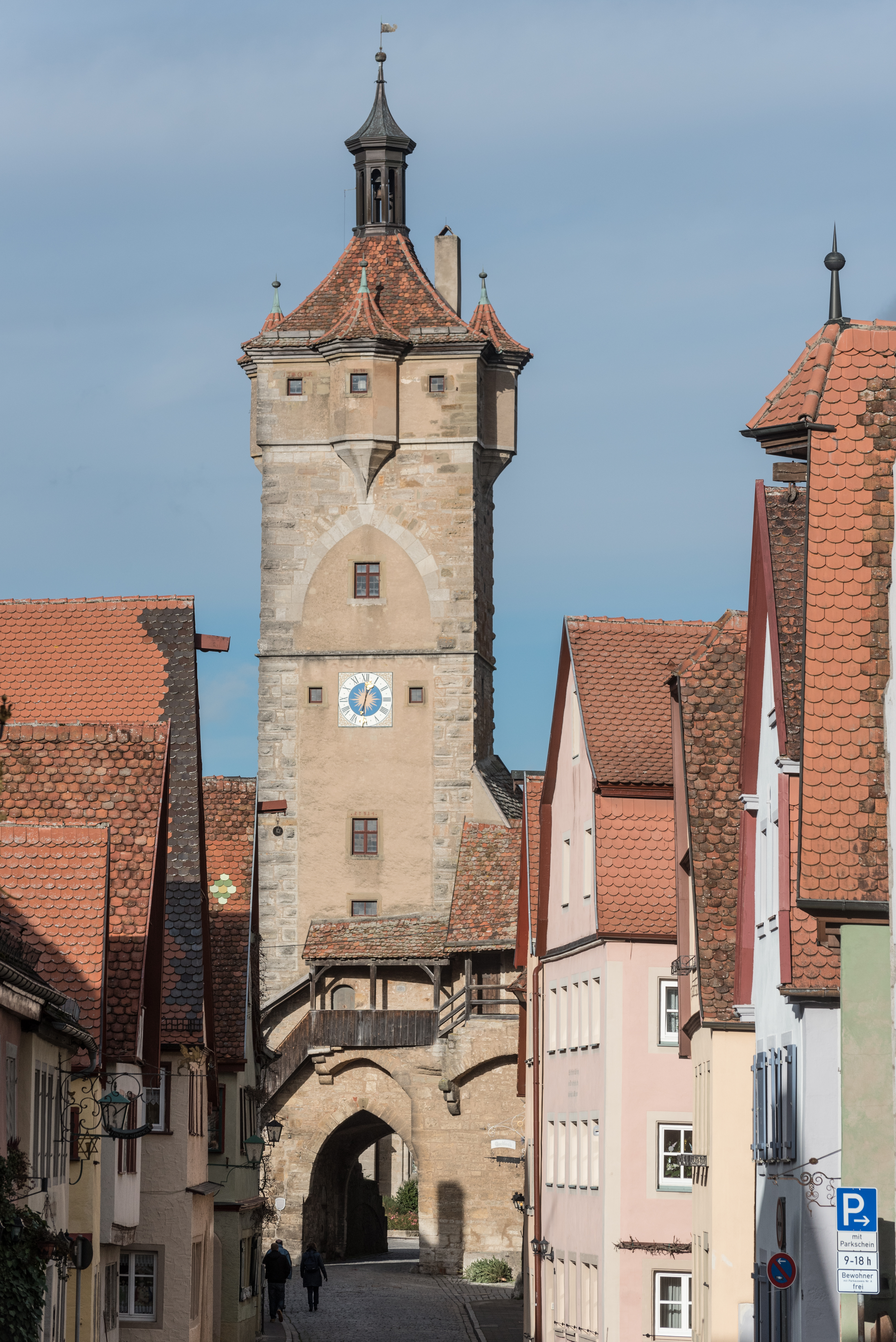
Klingentorturm von Süden weitere Bilder
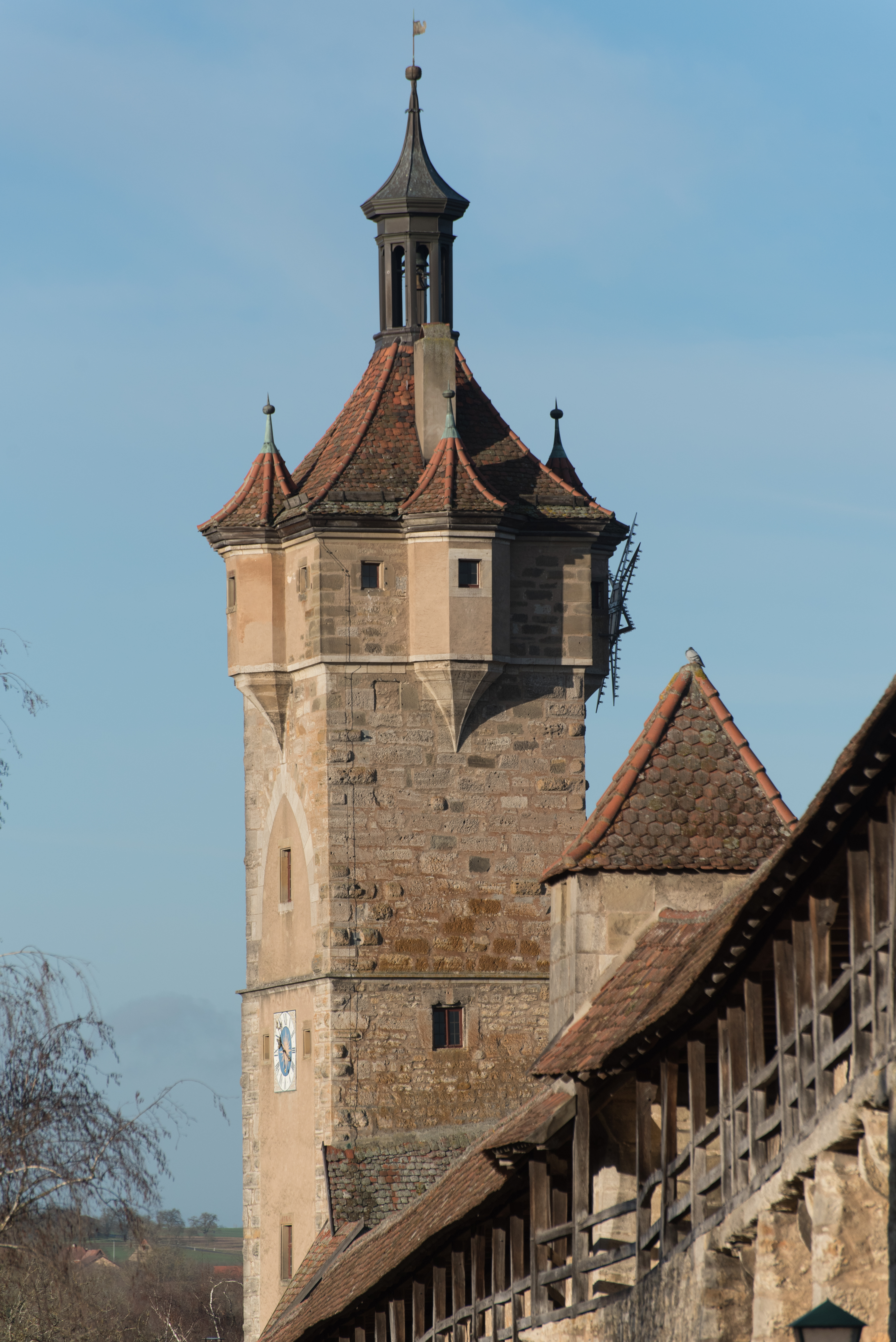
Klingentorturm von Osten weitere Bilder
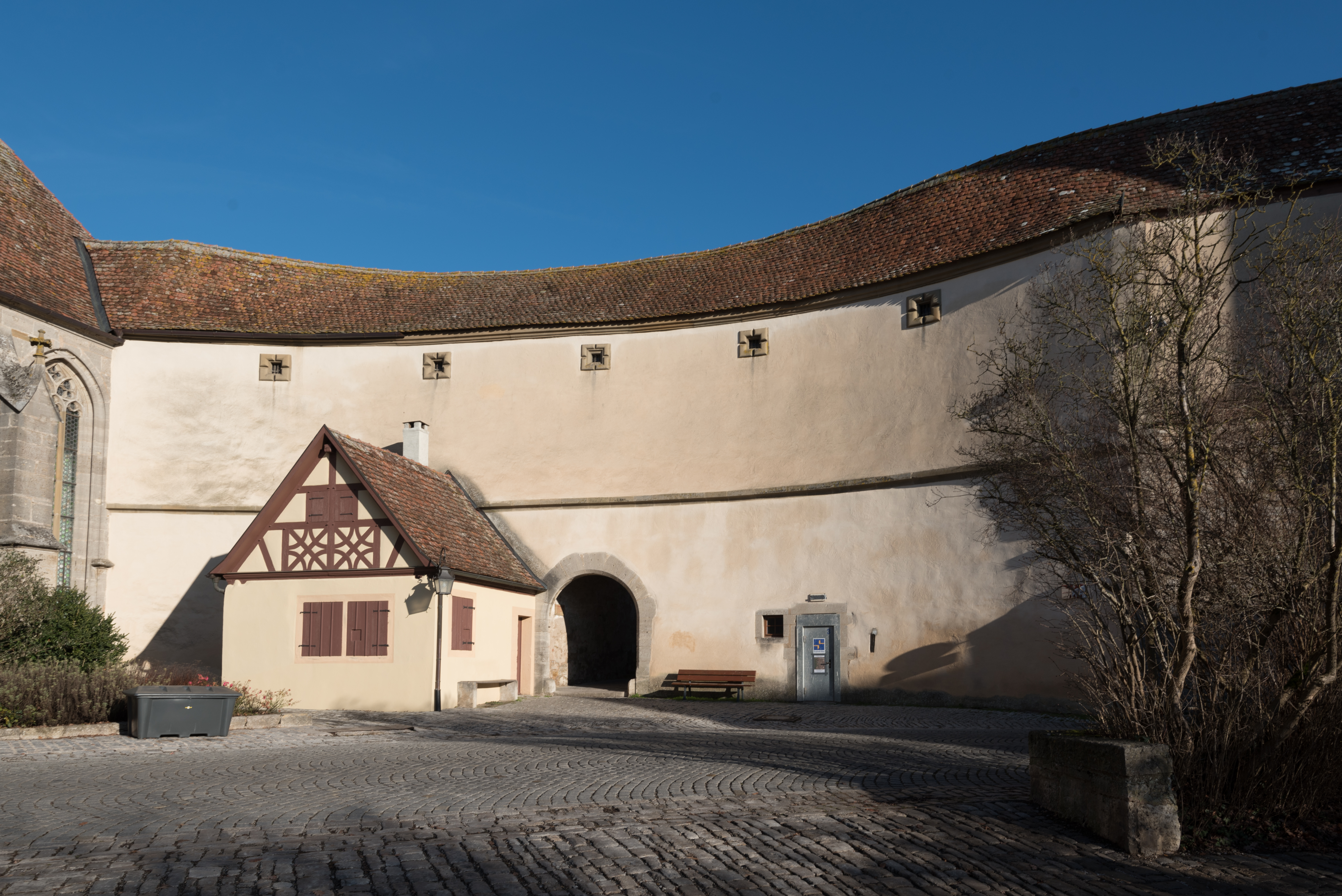
Barbakane von Westen, Stadtseite weitere Bilder
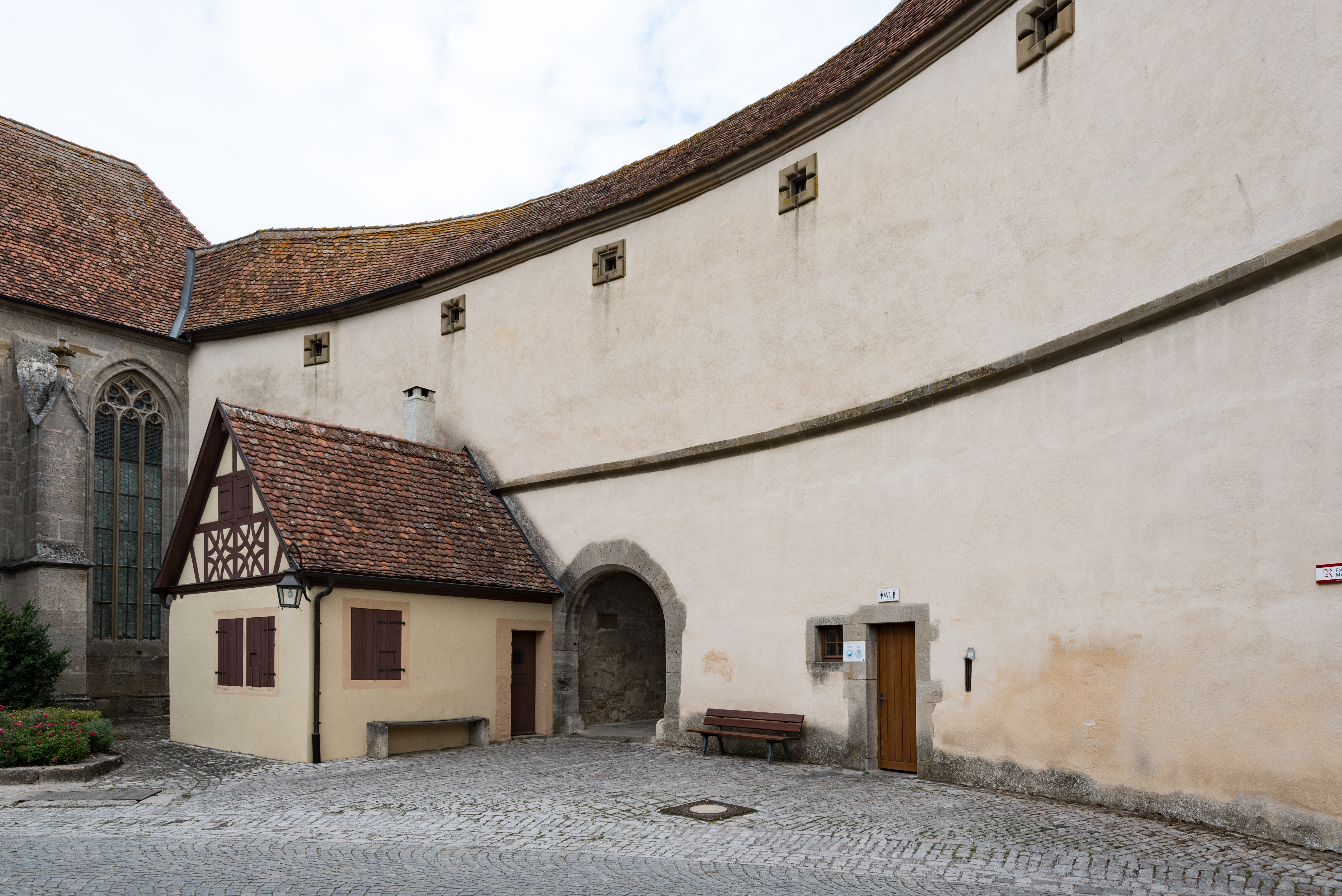
Barbakane von Südwesten, Stadtseite weitere Bilder
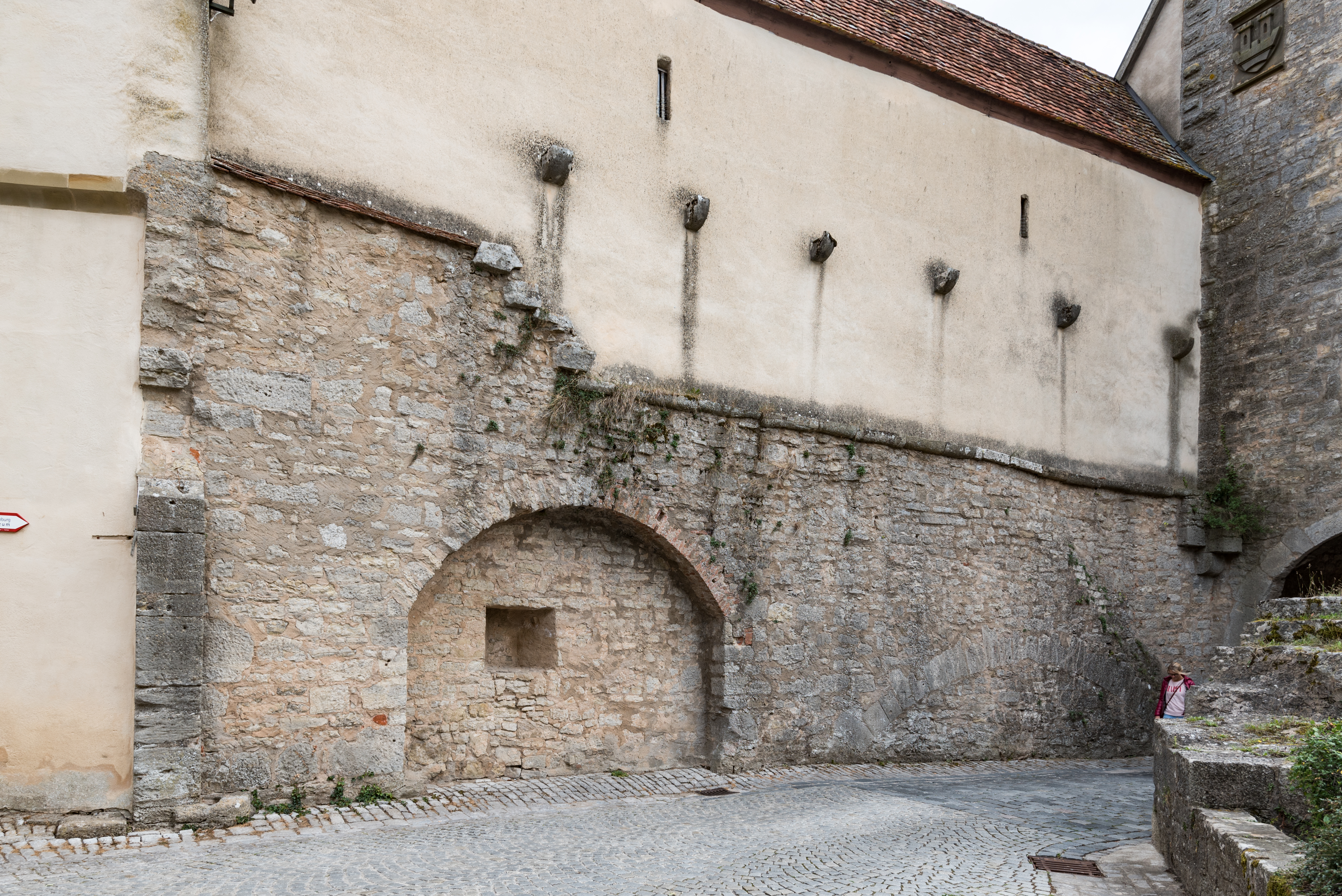
Barbakane von Westen, Stadtseite weitere Bilder
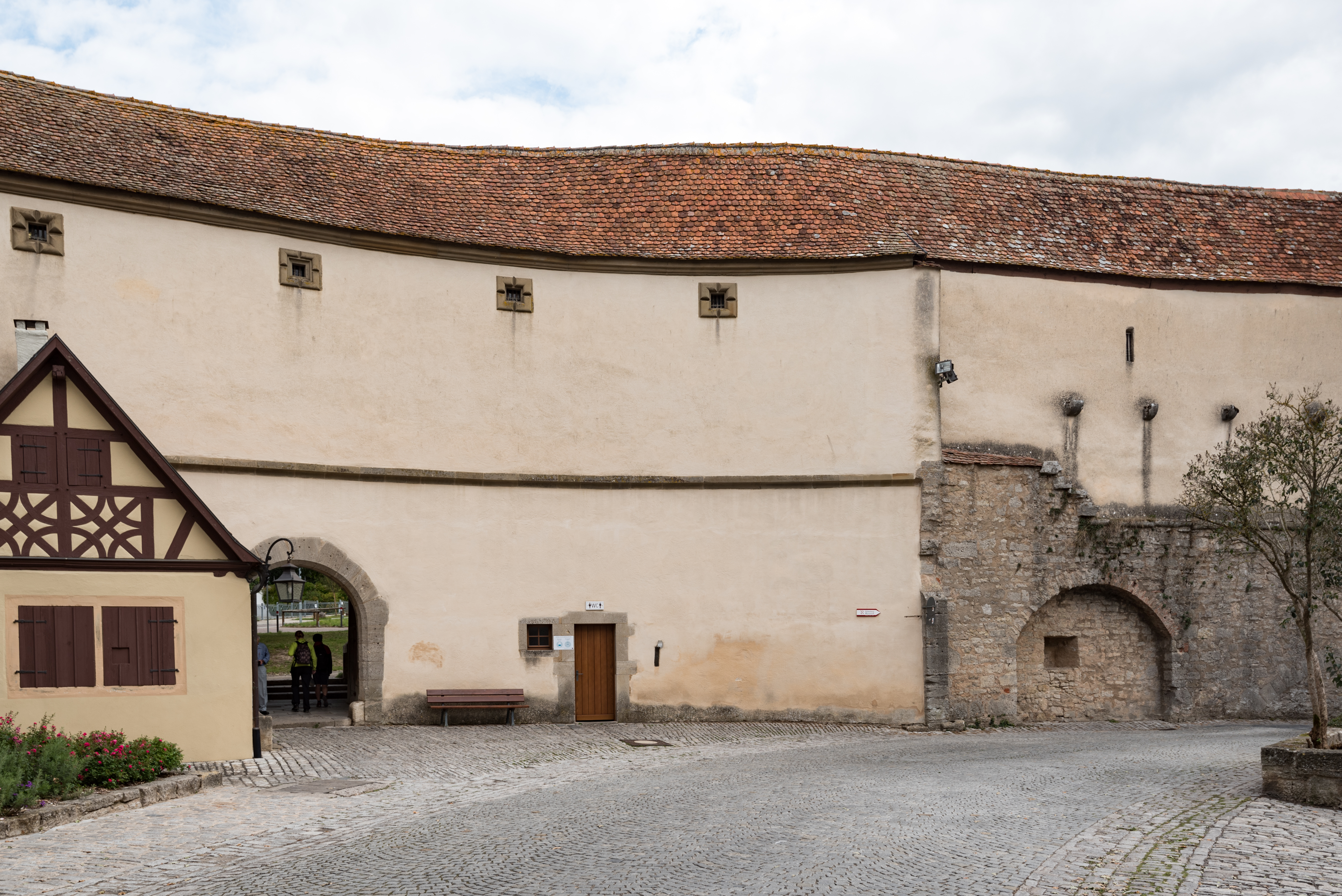
Barbakane von Westen, Stadtseite weitere Bilder
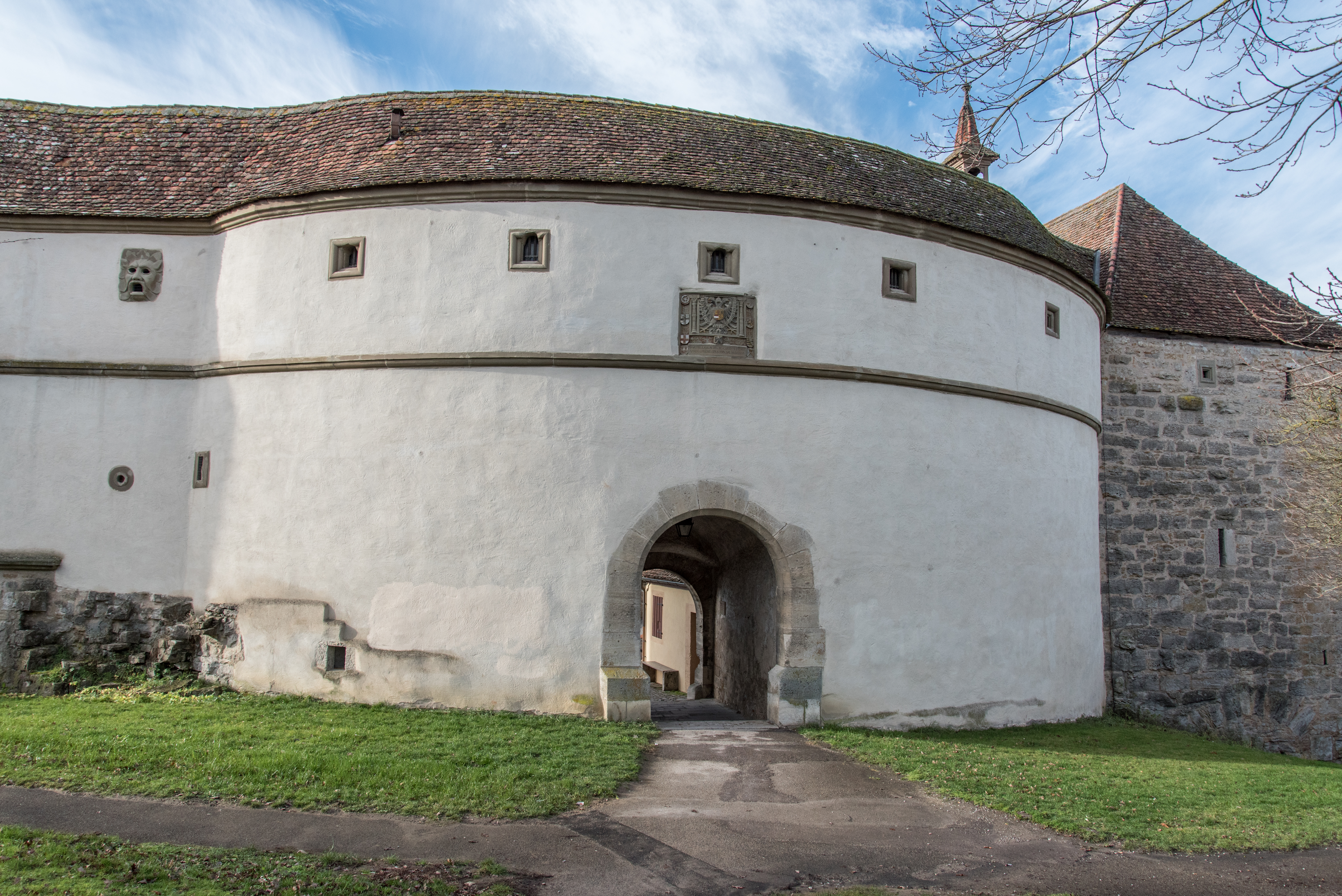
Barbakane von Osten, Feldseite weitere Bilder
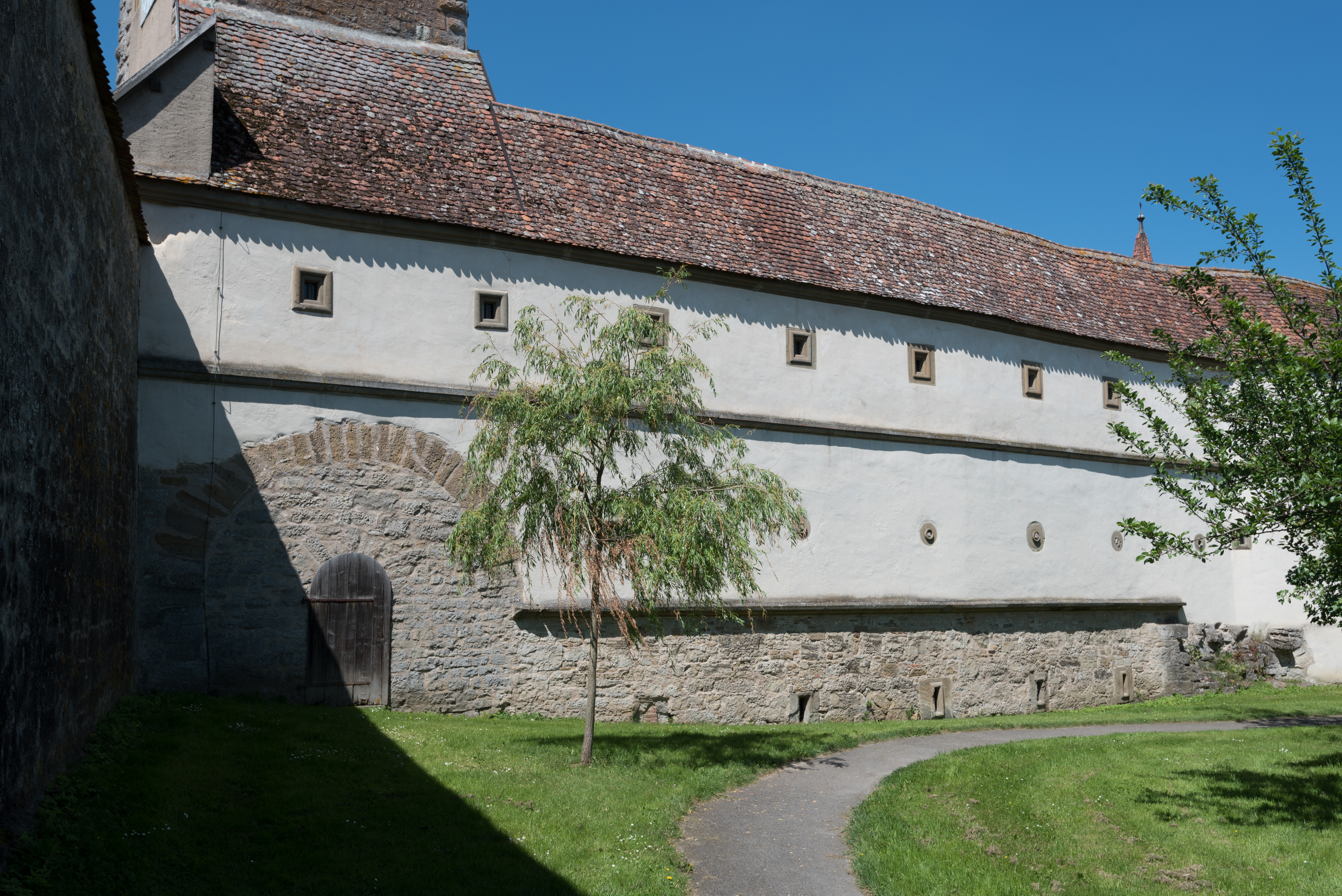
Barbakane von Süden, Feldseite weitere Bilder
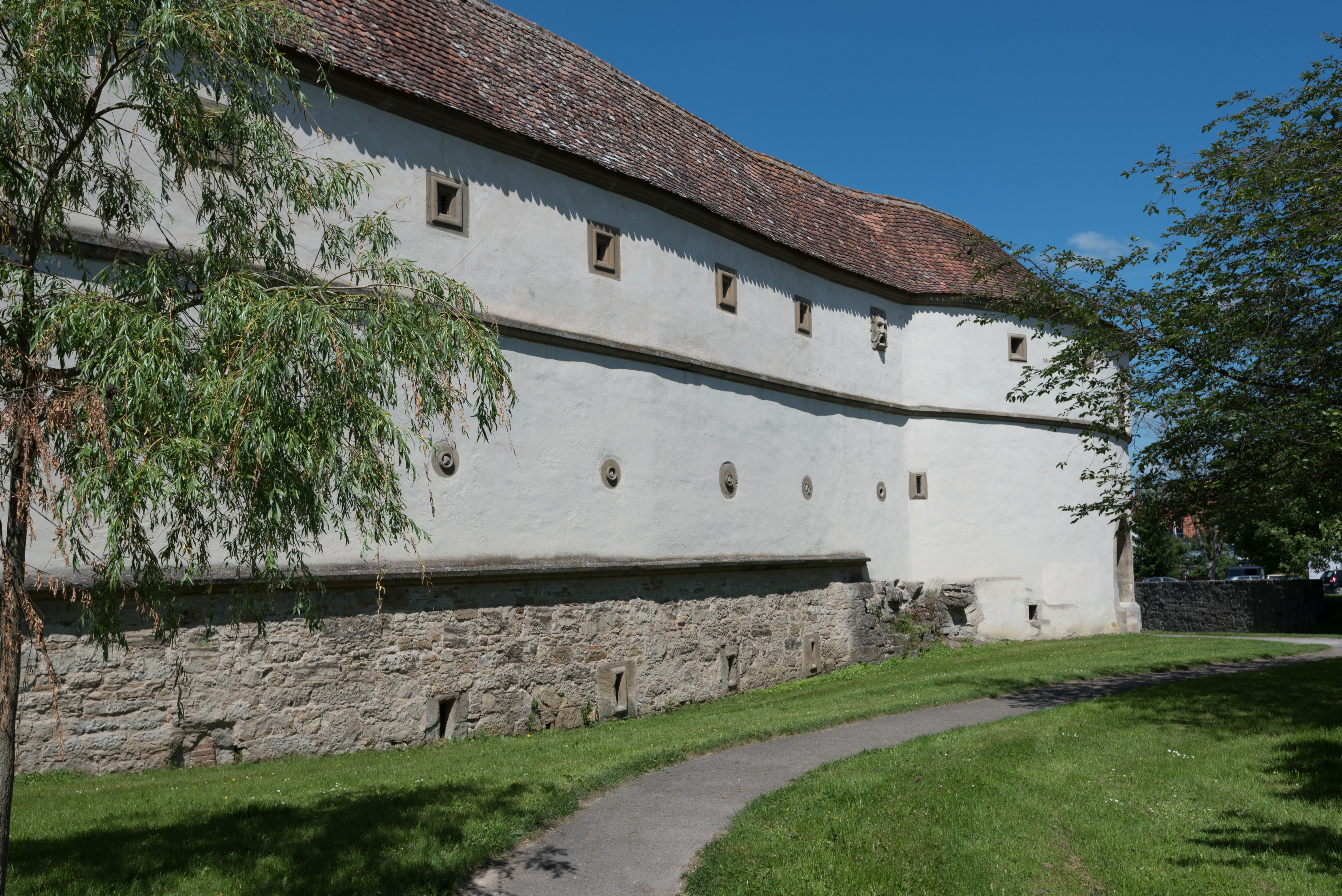
Barbakane von Süden, Feldseite weitere Bilder
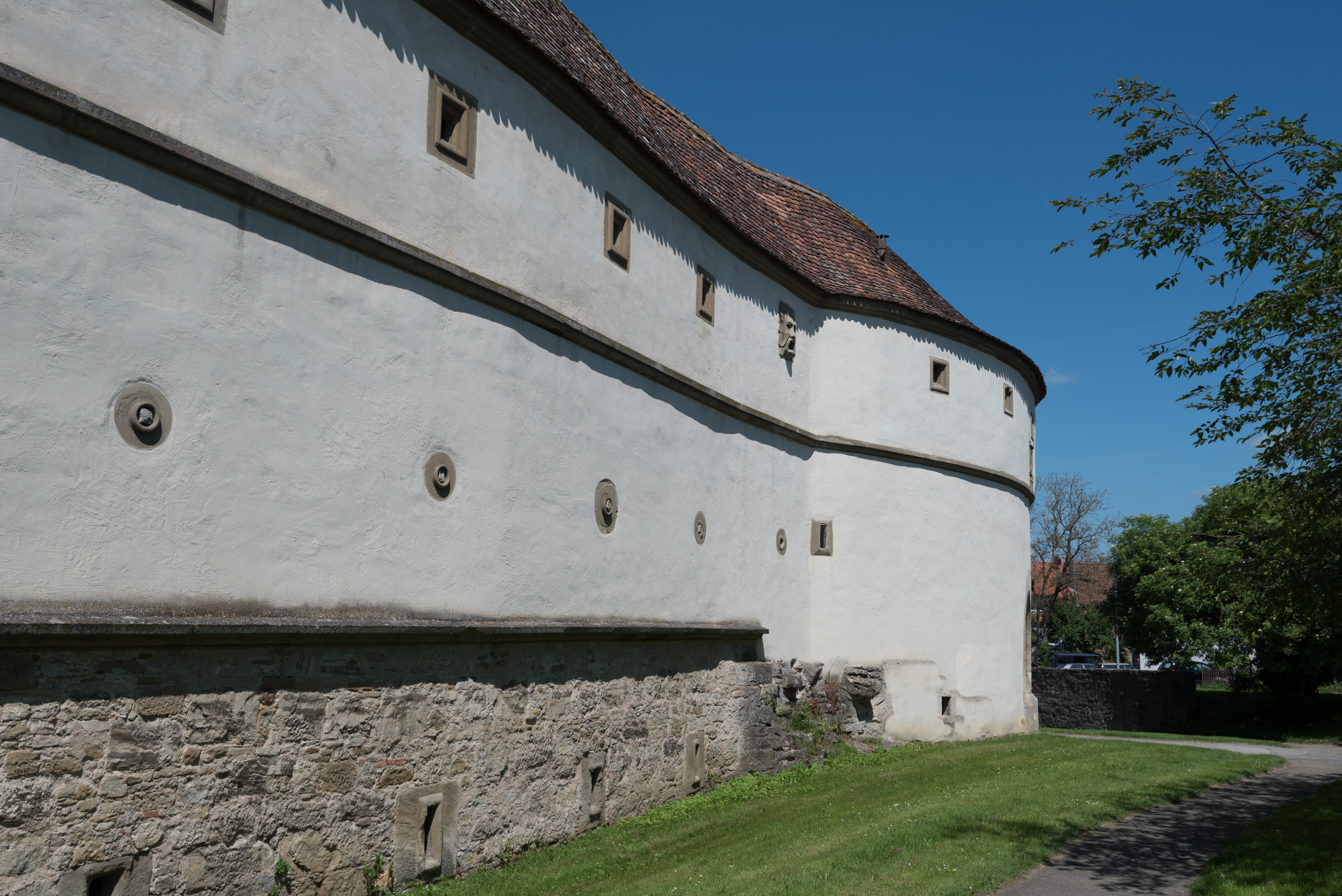
Barbakane von Süden, Feldseite weitere Bilder
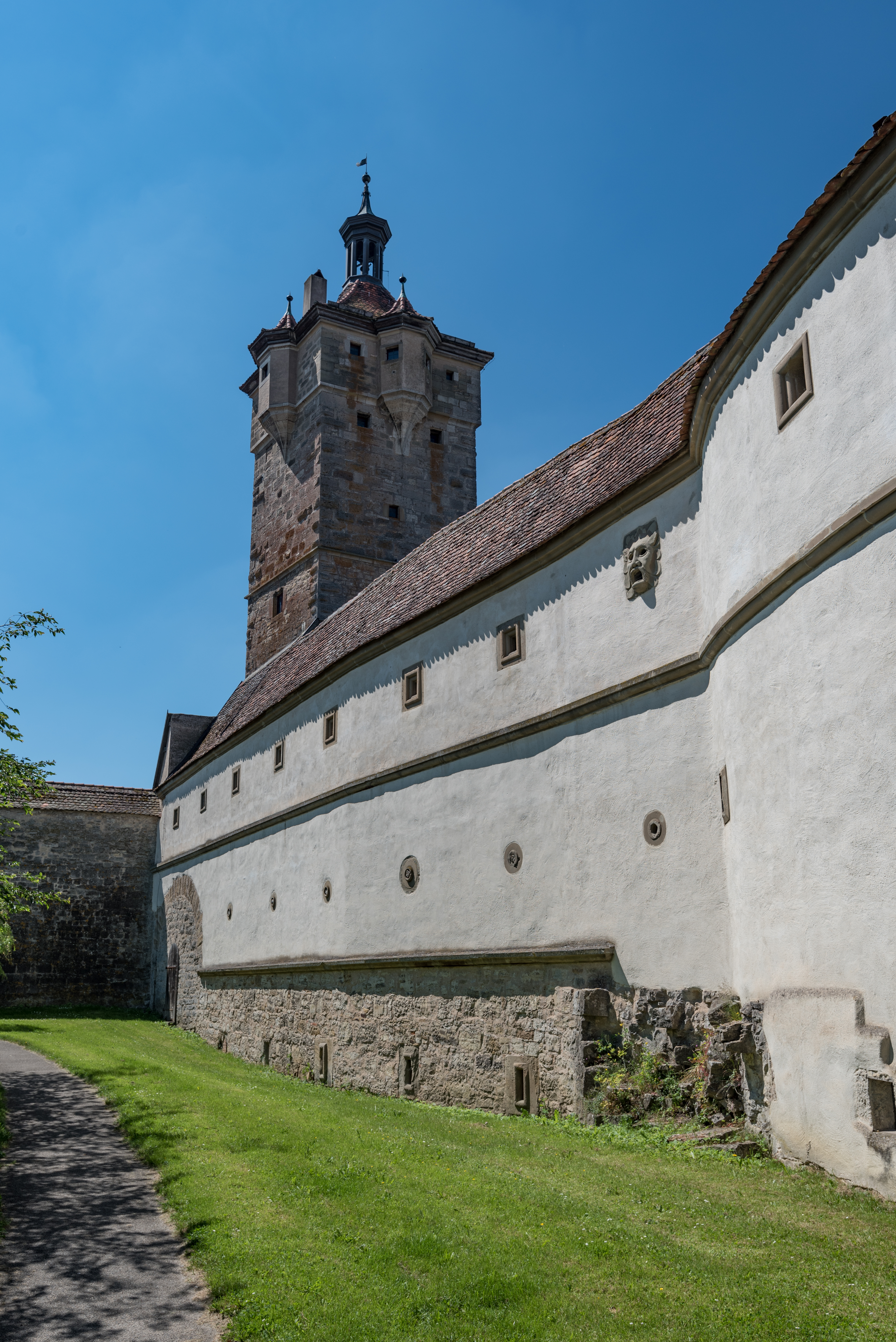
Barbakane von Norden, Feldseite weitere Bilder
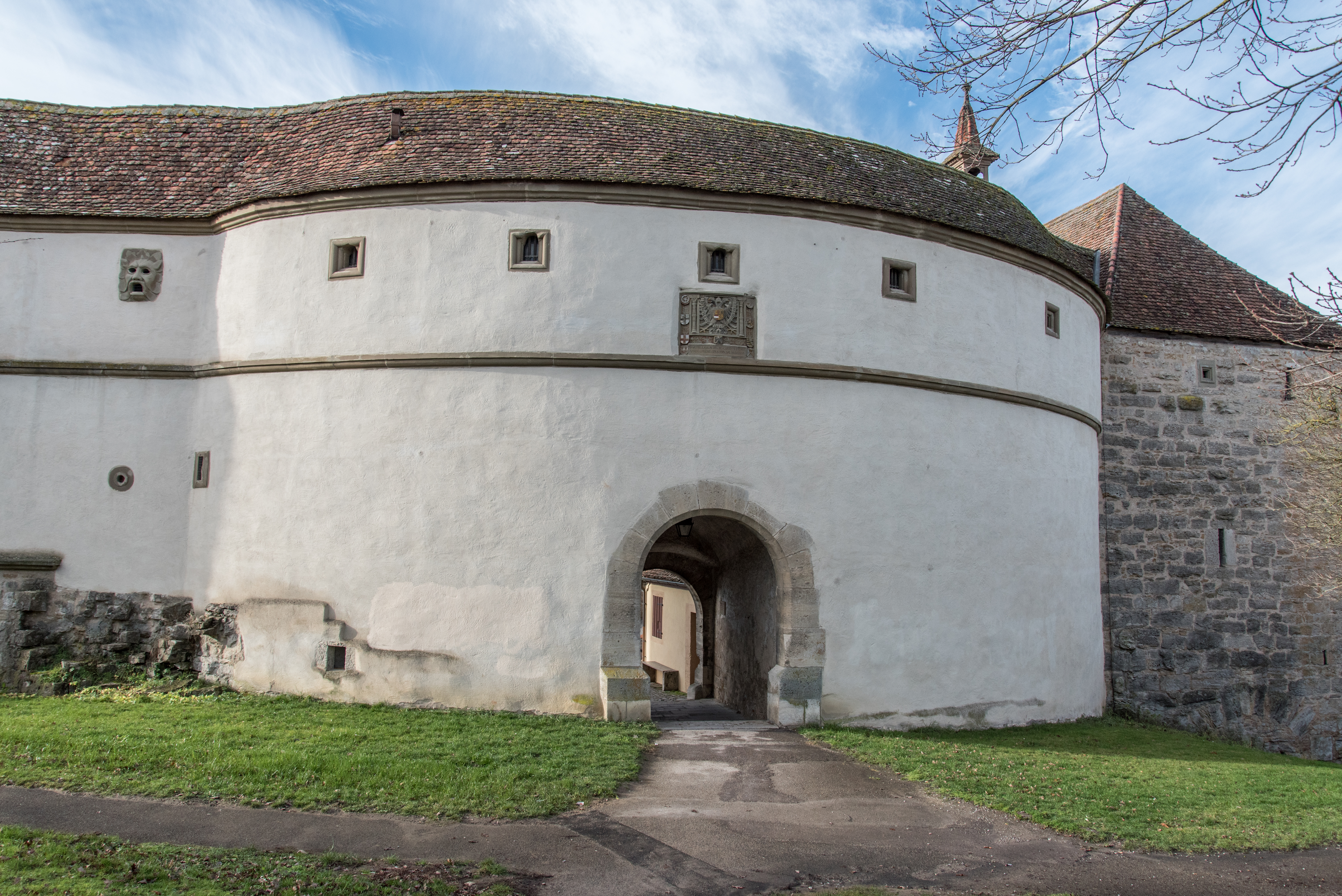
Barbakane von Osten, Feldseite weitere Bilder
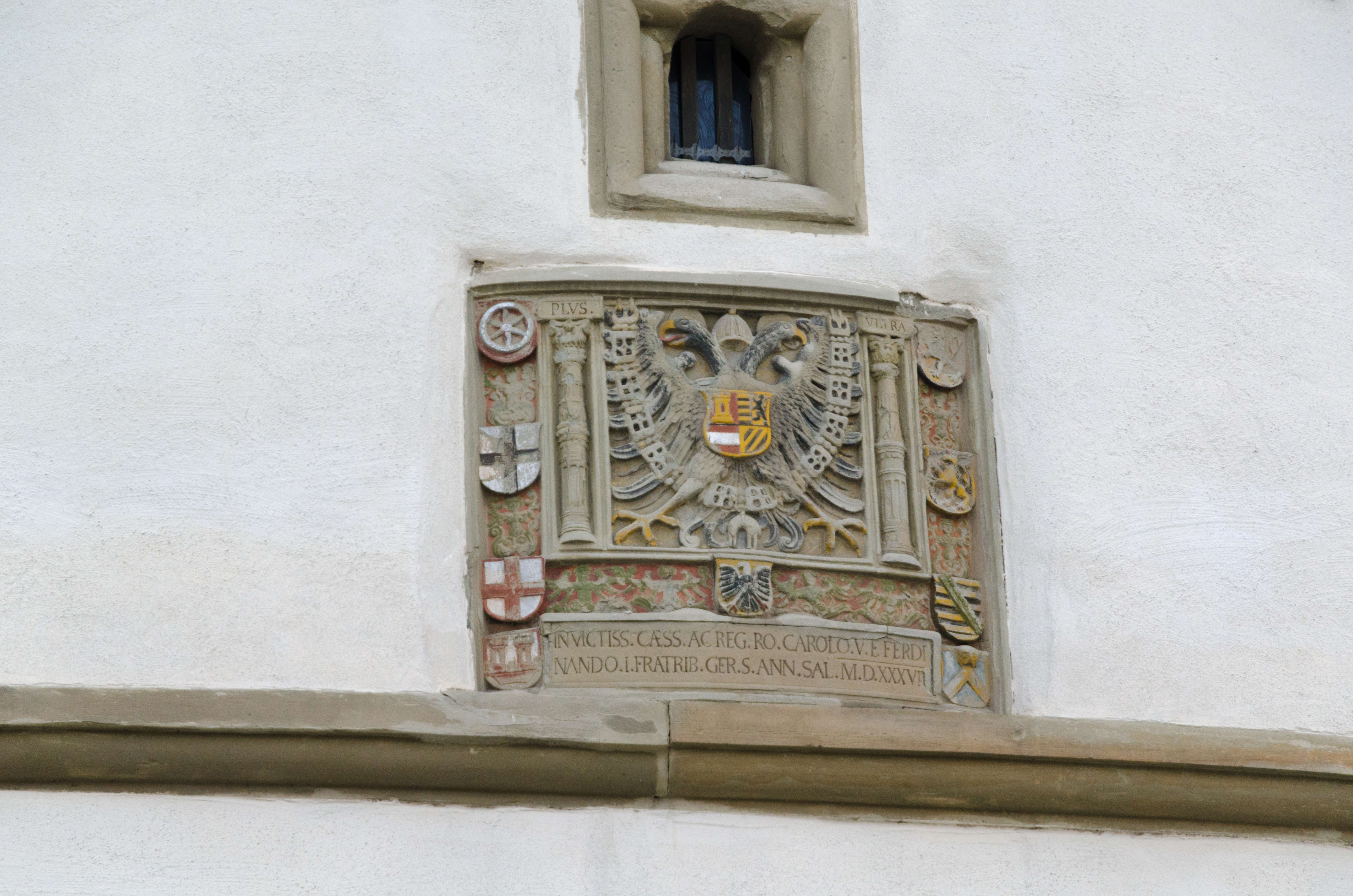
Barbakane von Osten, Feldseite weitere Bilder
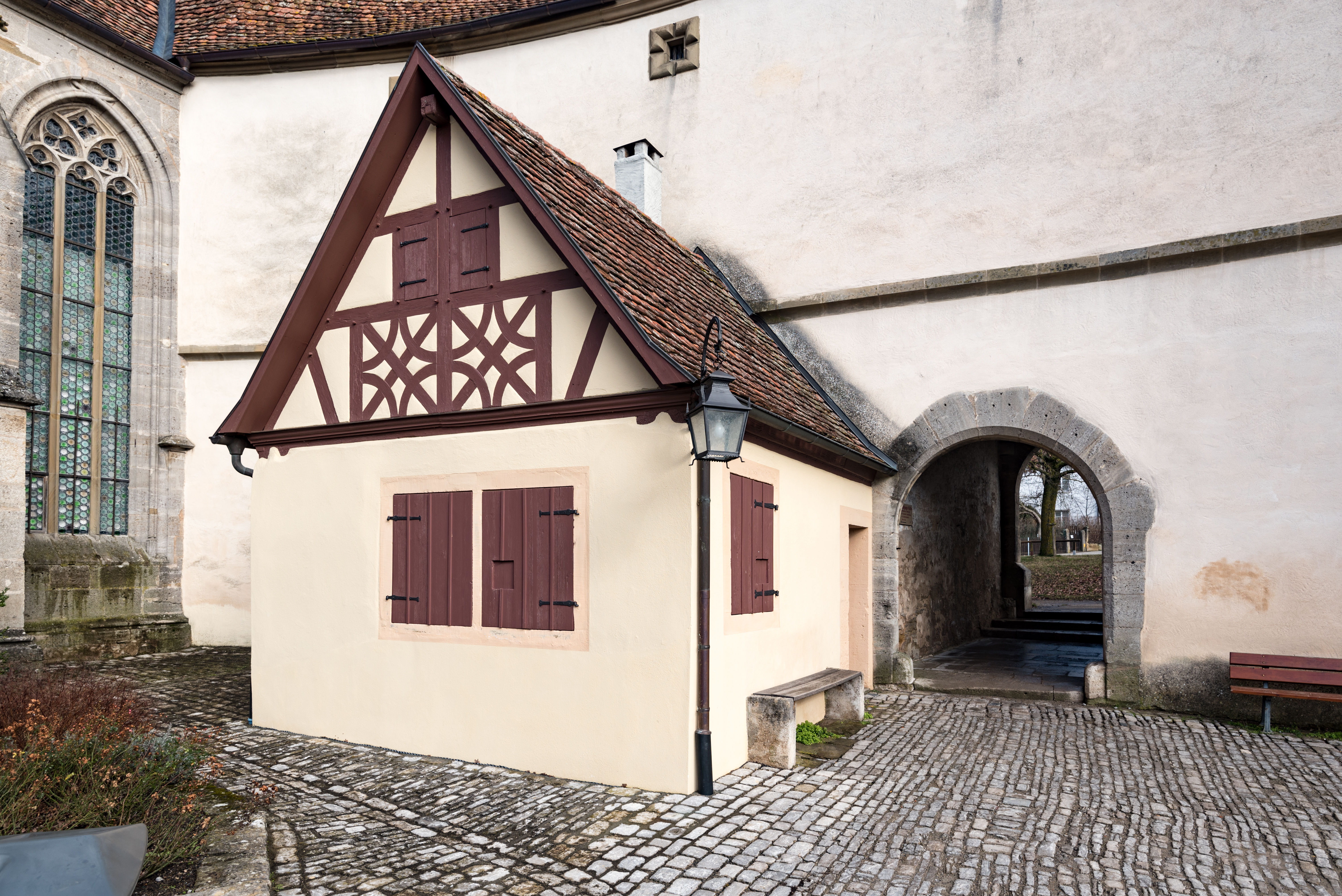
Torwache weitere Bilder
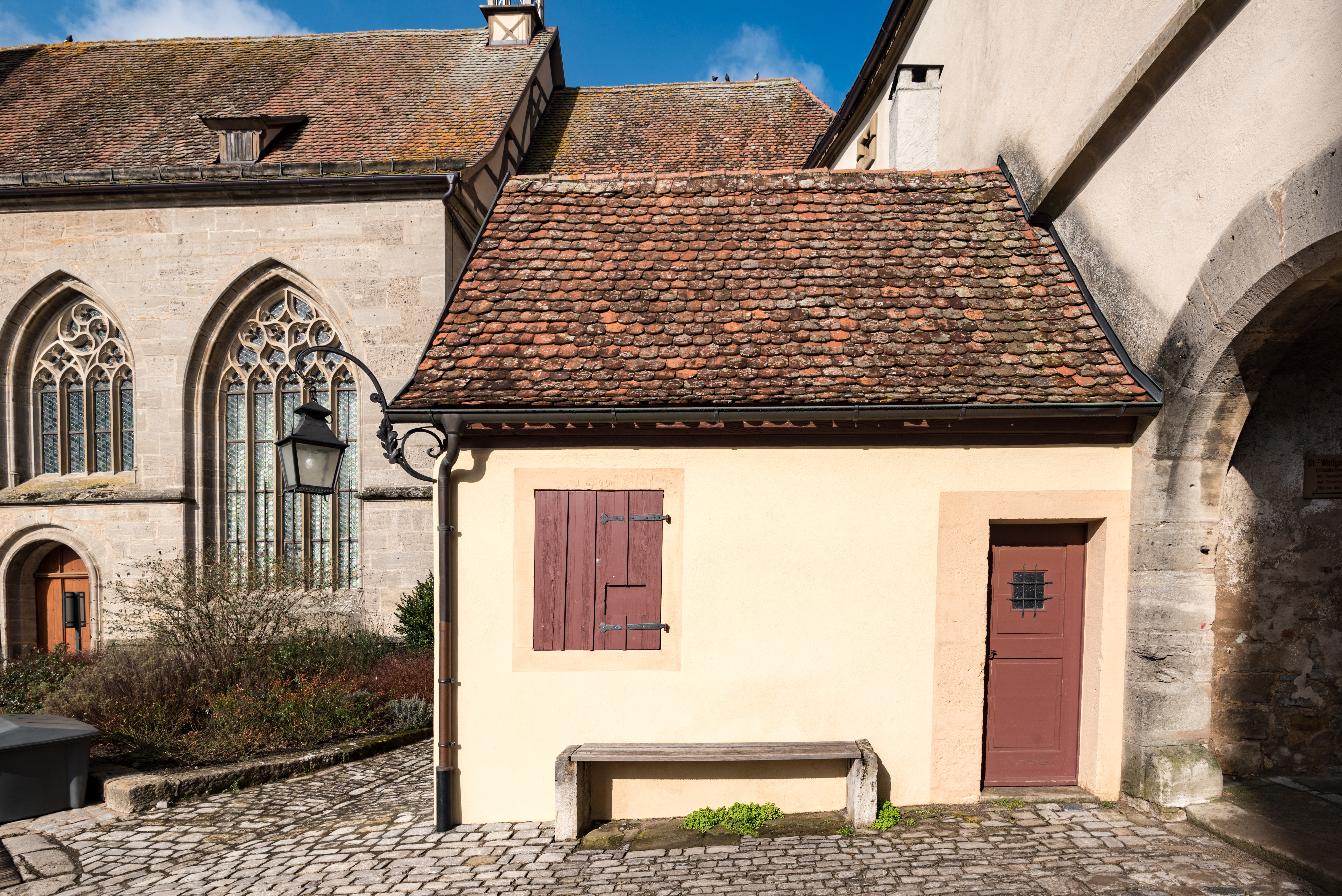
Torwache weitere Bilder
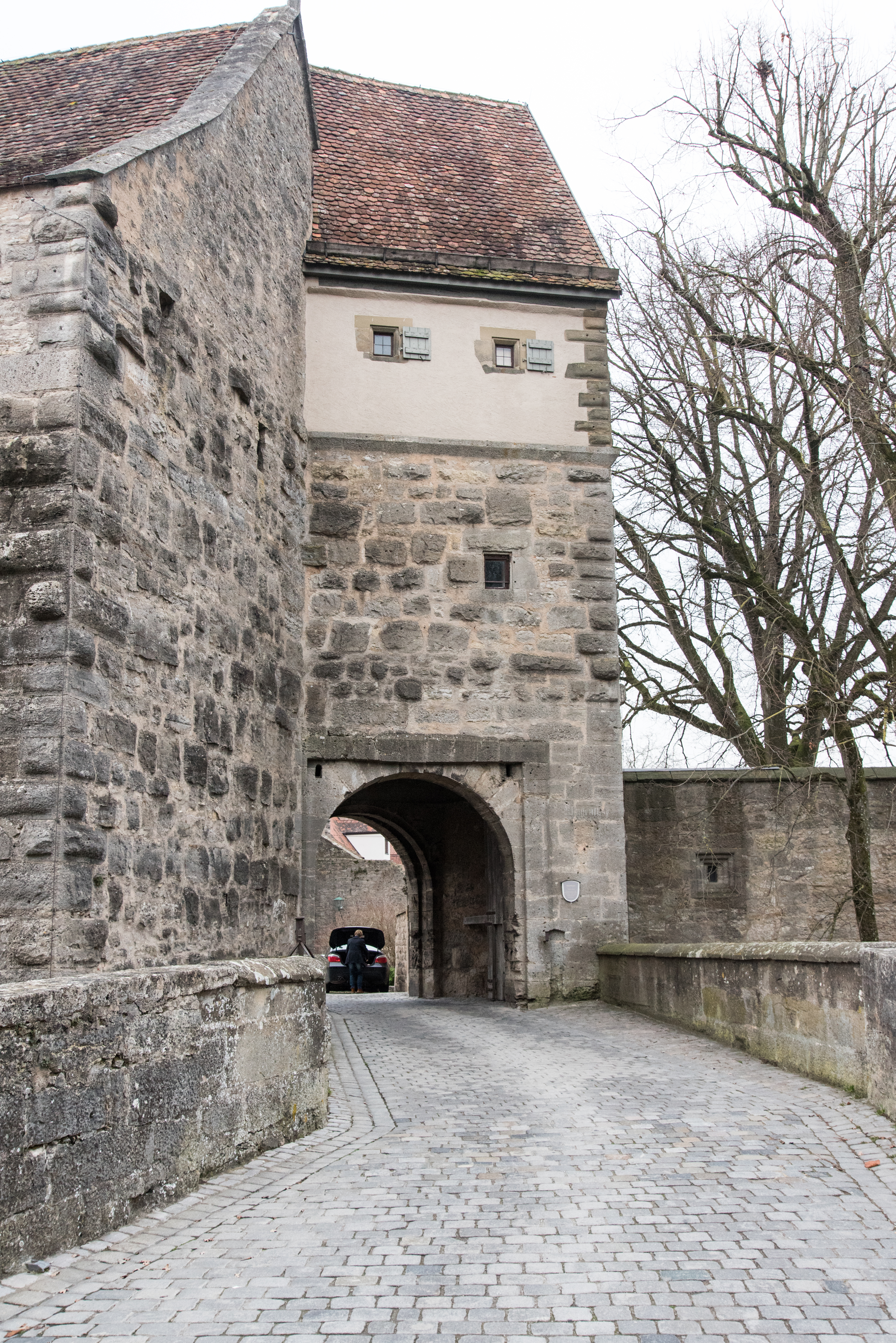
Vortor, Feldseite weitere Bilder
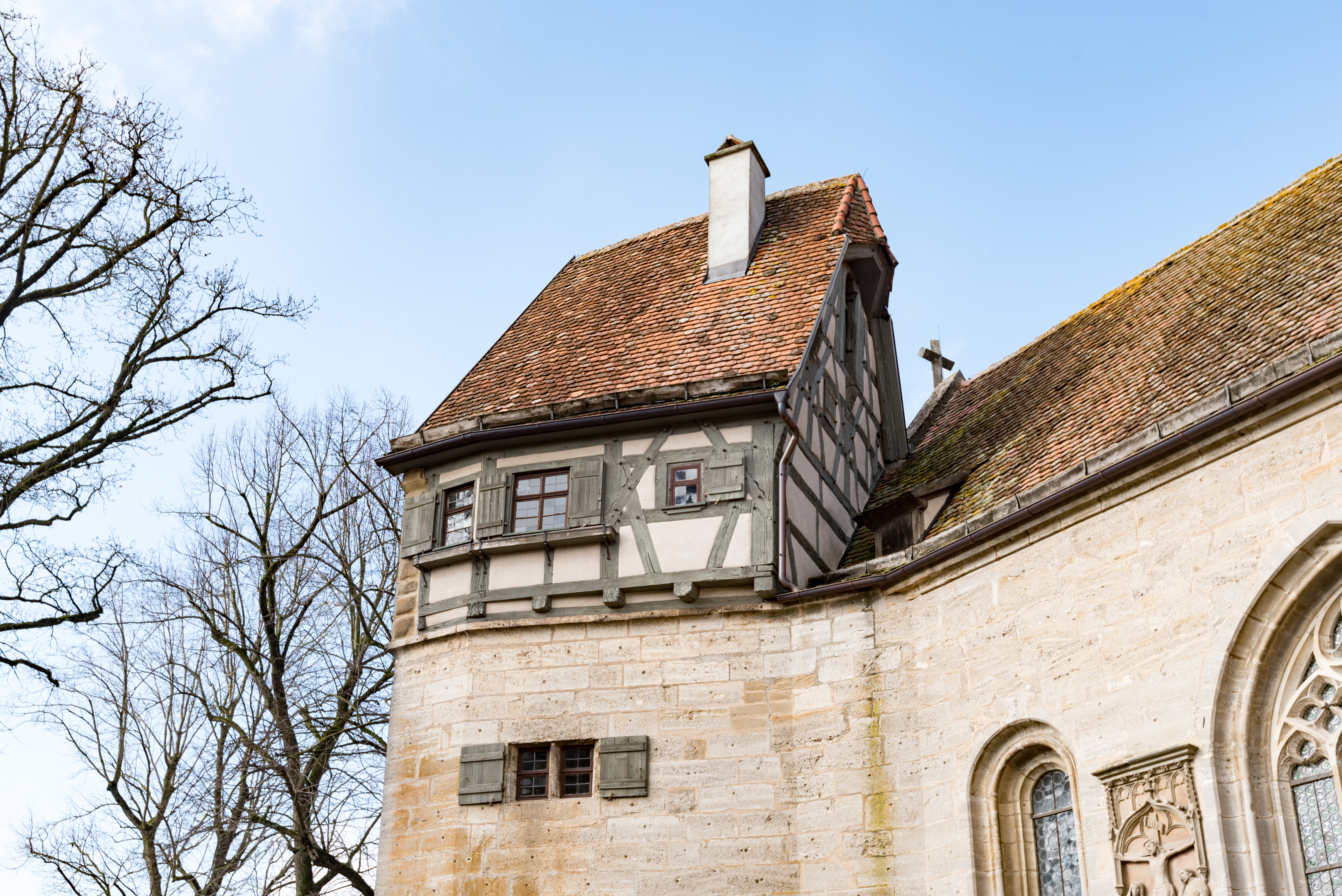
Vortor, Stadtseite weitere Bilder
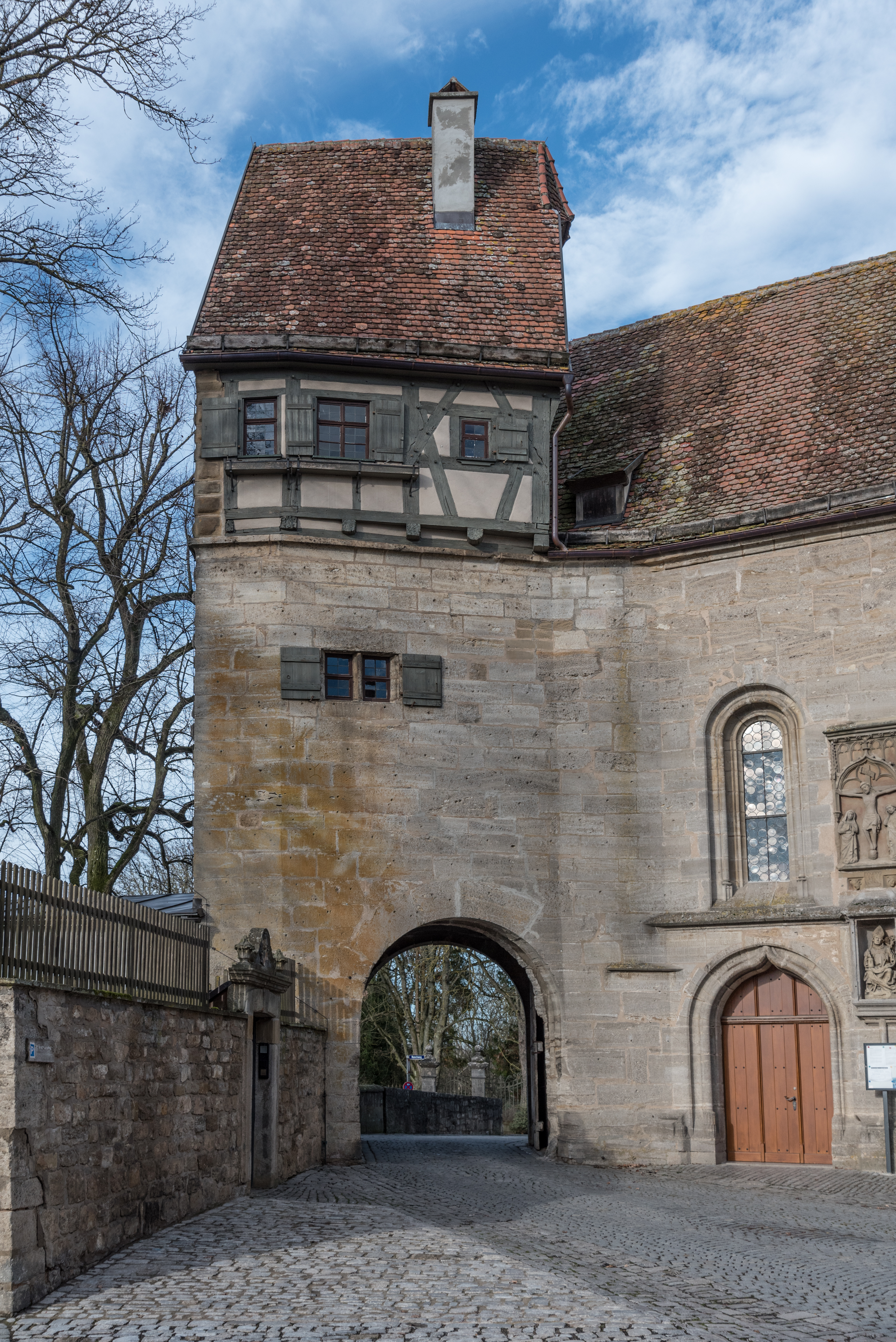
Vortor, Stadtseite weitere Bilder
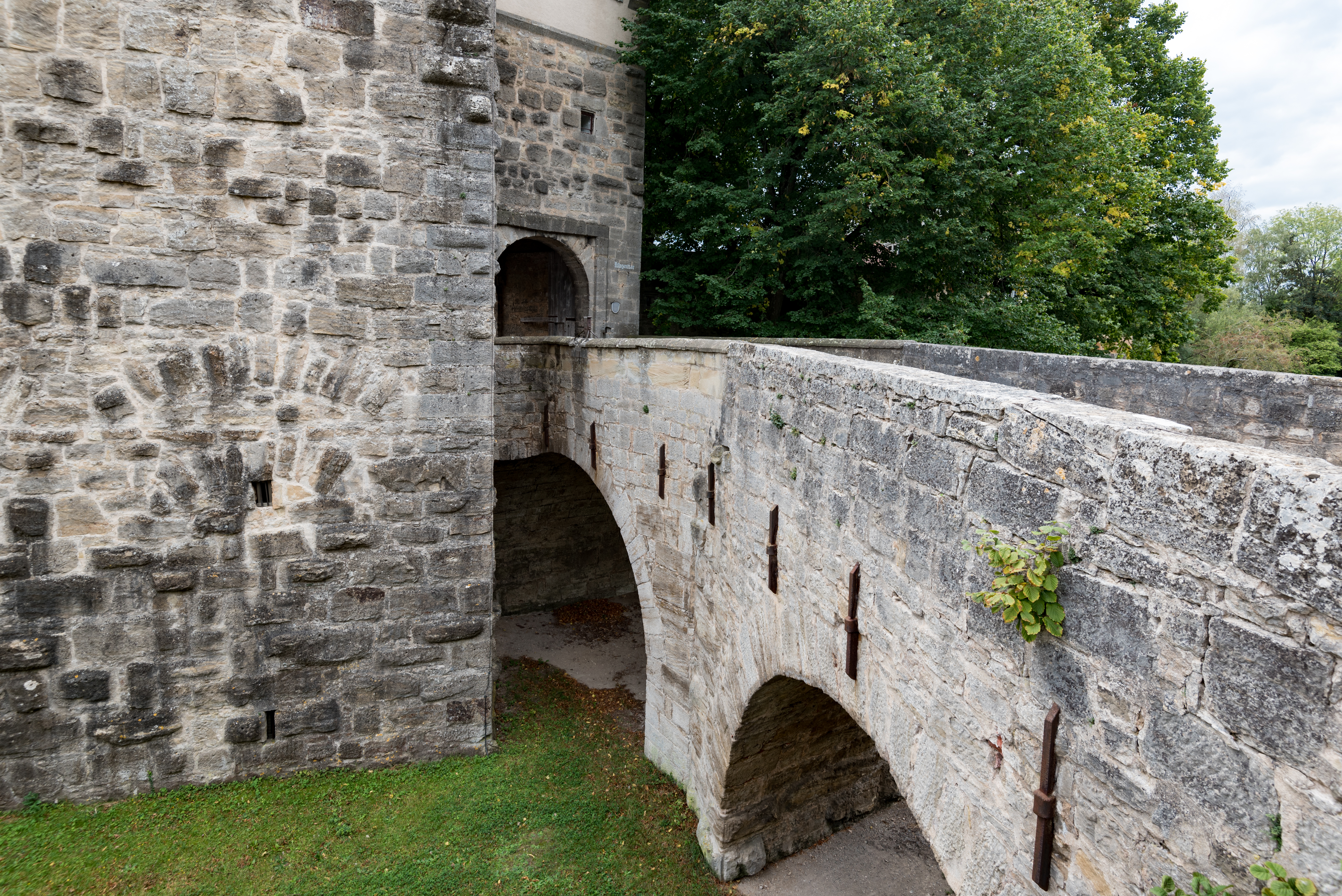
Grabenbrücke, von Norden weitere Bilder
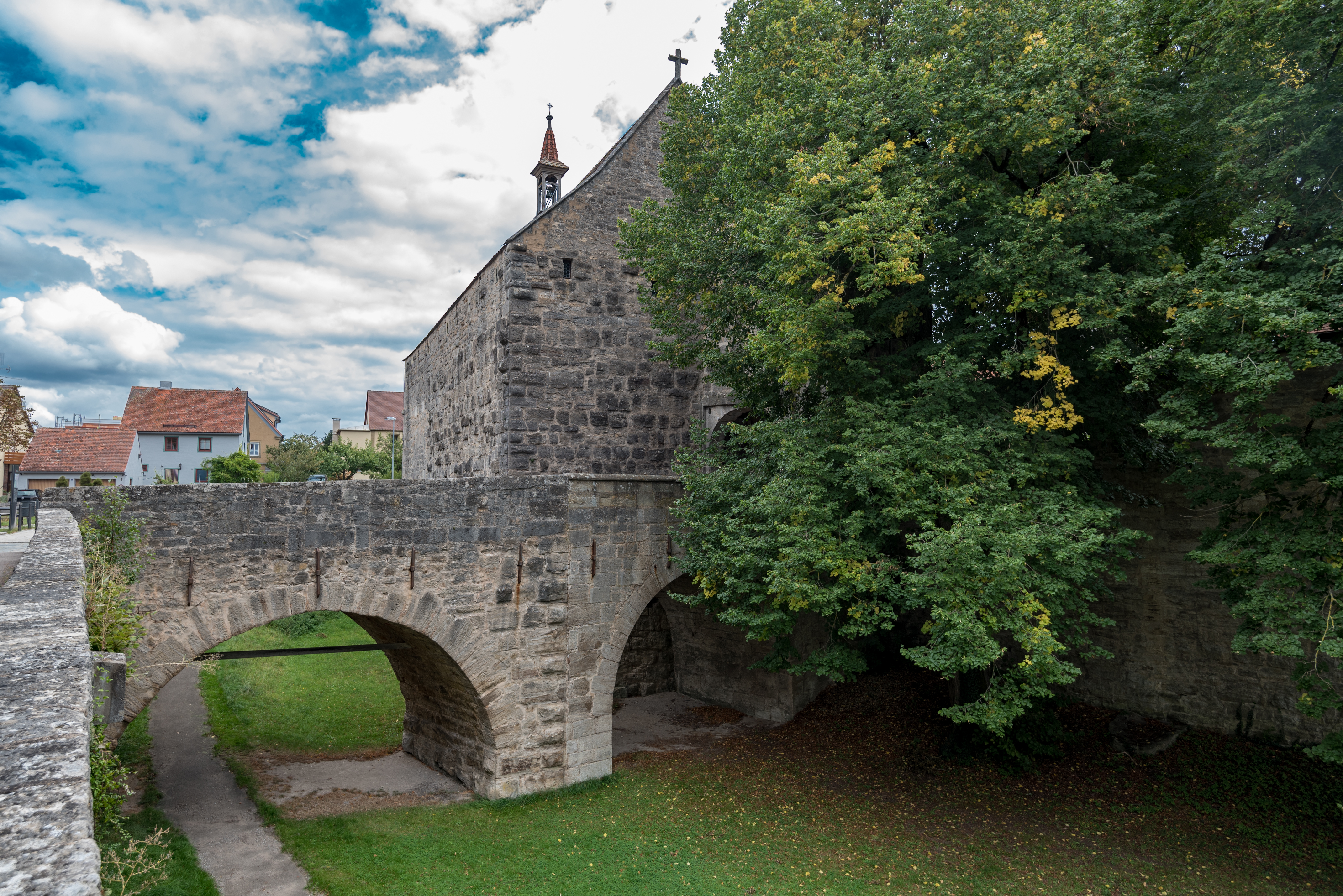
Grabenbrücke, von Westen weitere Bilder
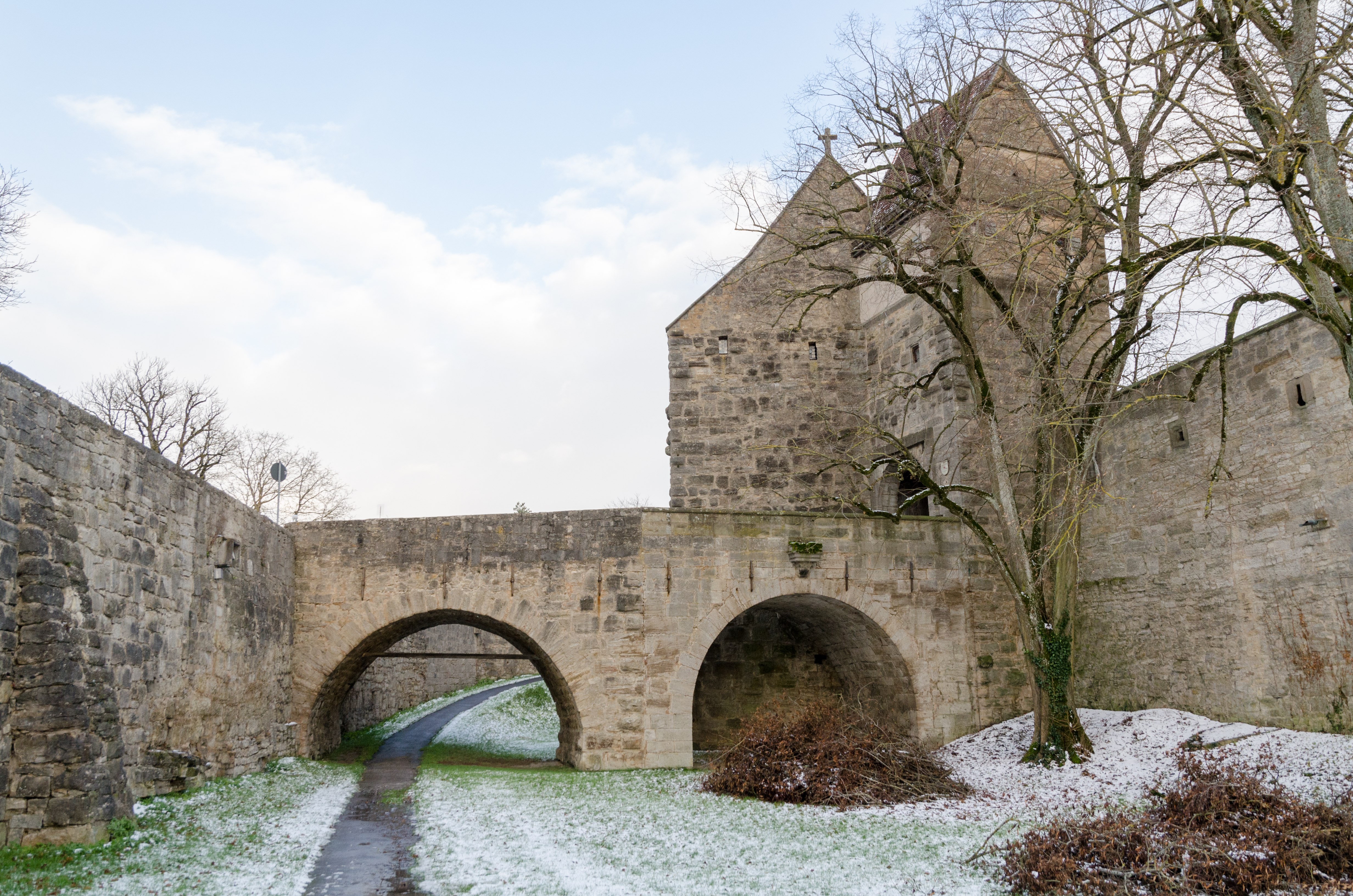
Grabenbrücke, von Westen weitere Bilder
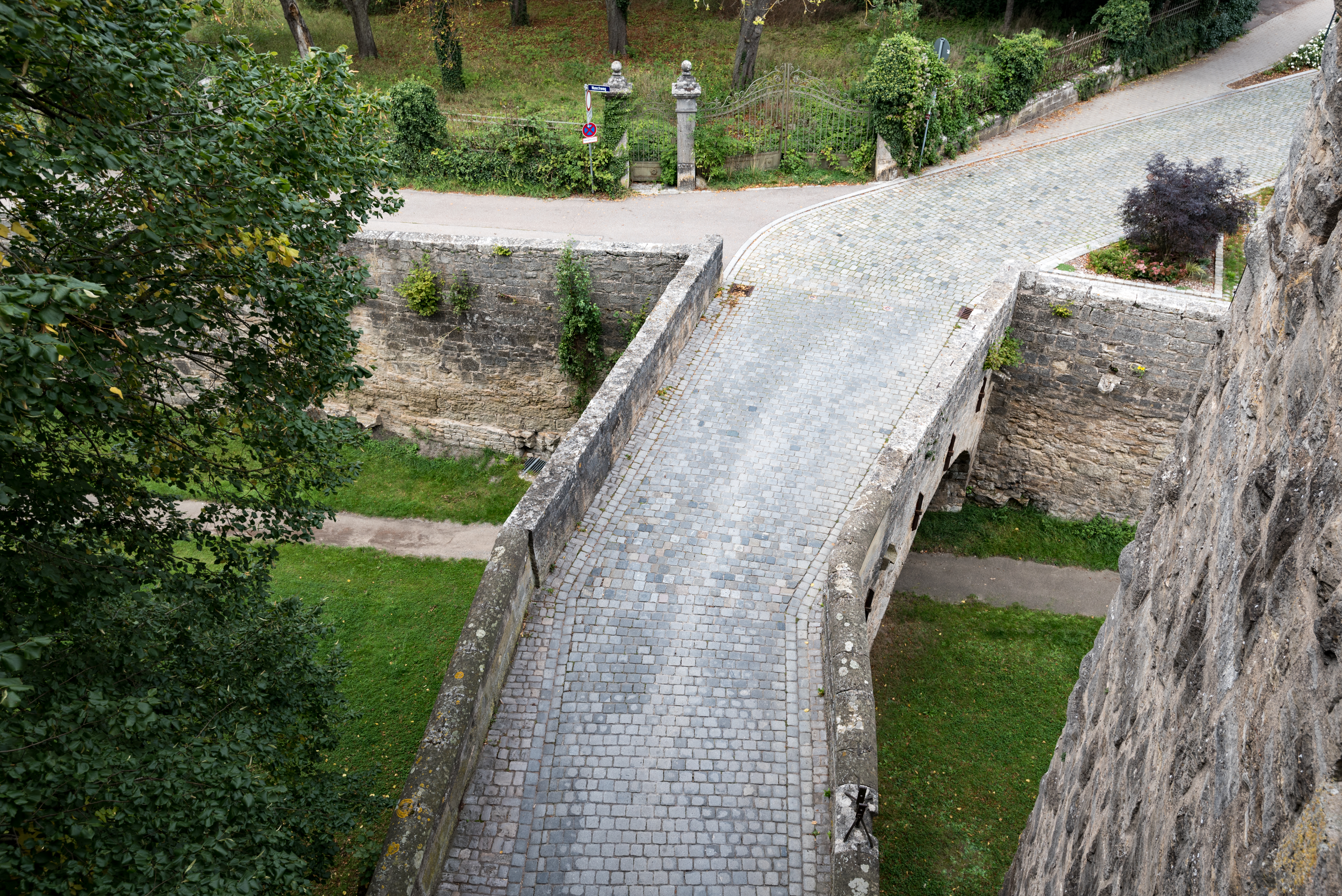
Grabenbrücke, vom Vortorobergeschoss weitere Bilder
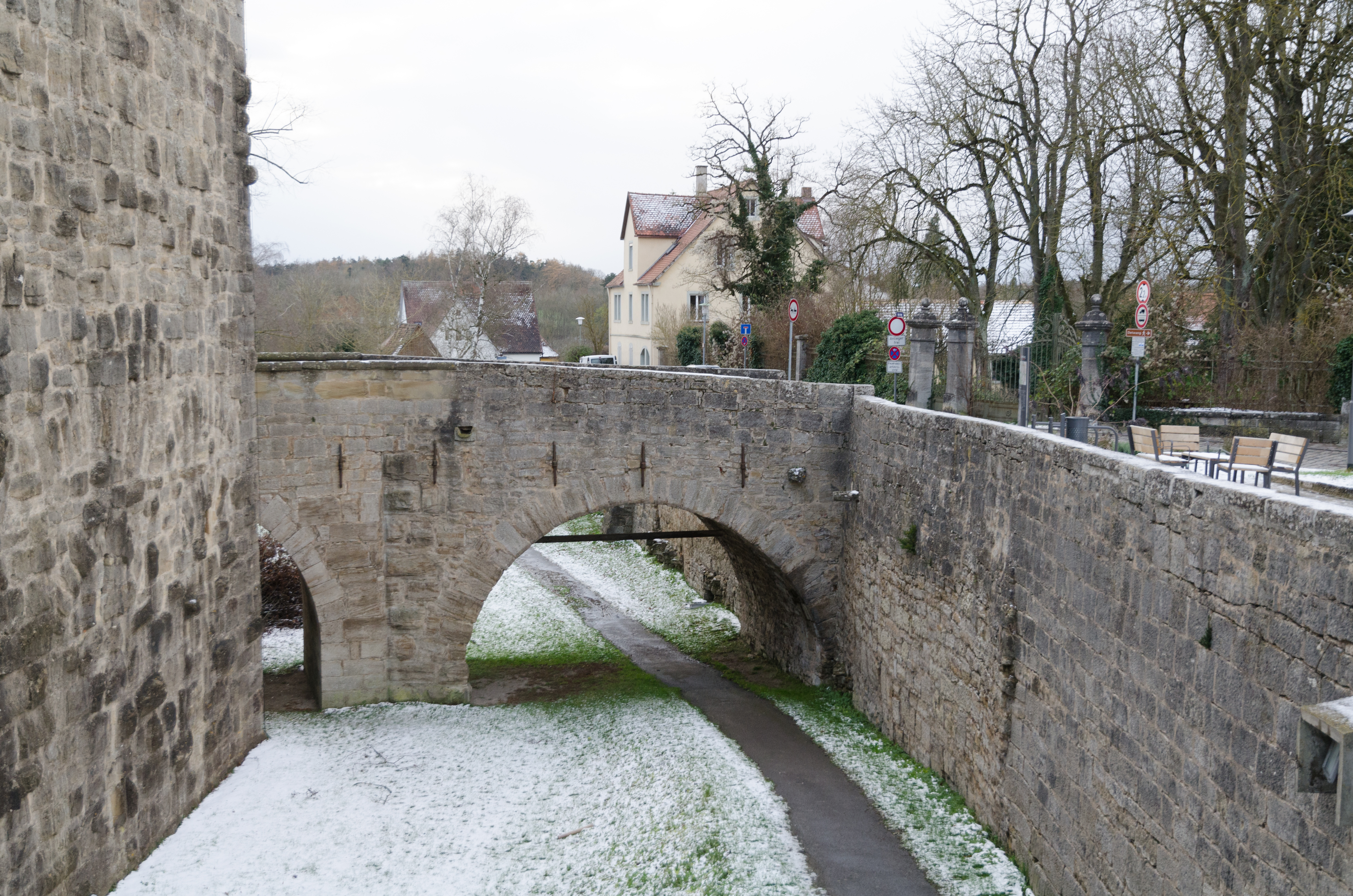
Grabenbrücke, von Osten weitere Bilder
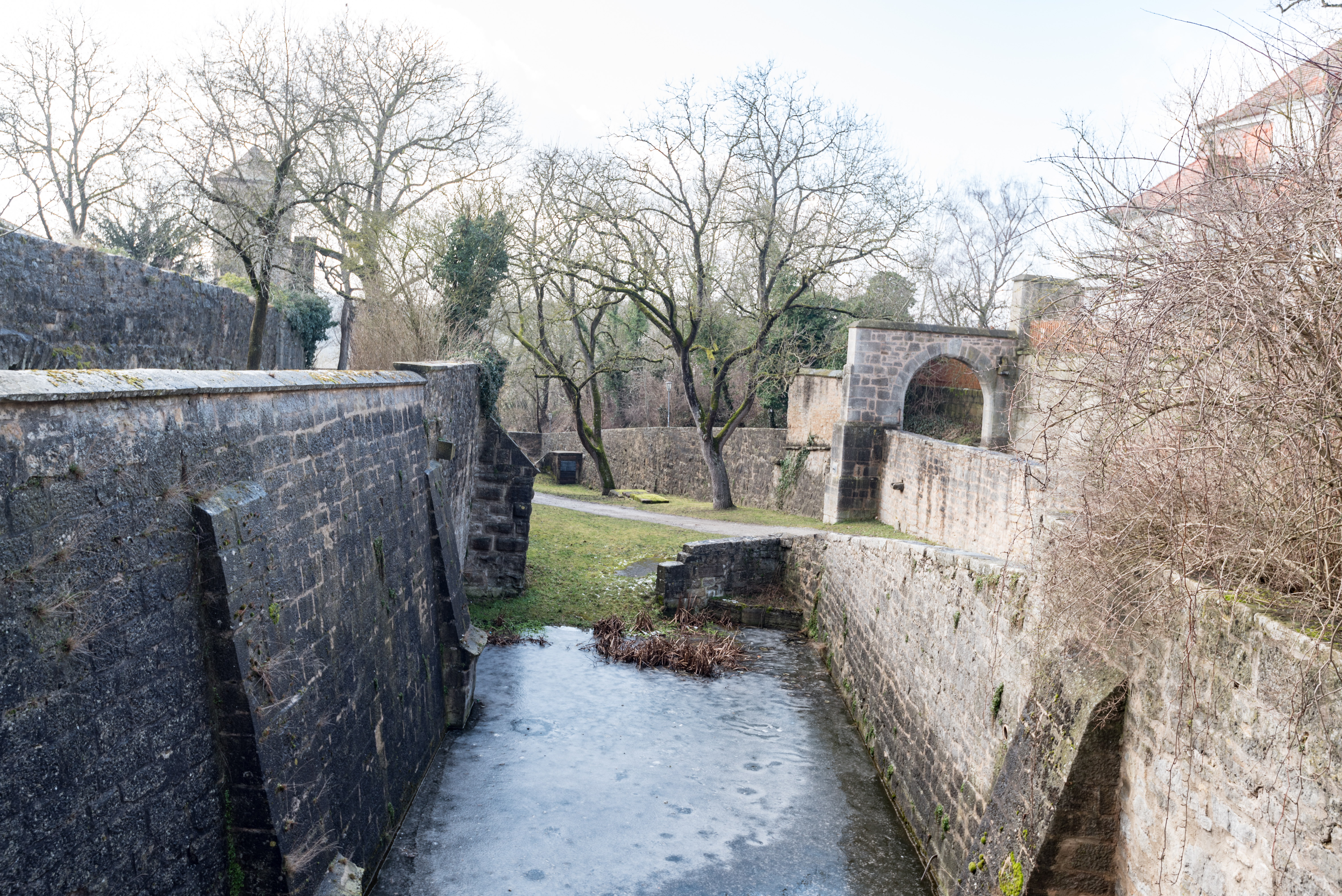
Klingenweth, von Osten weitere Bilder
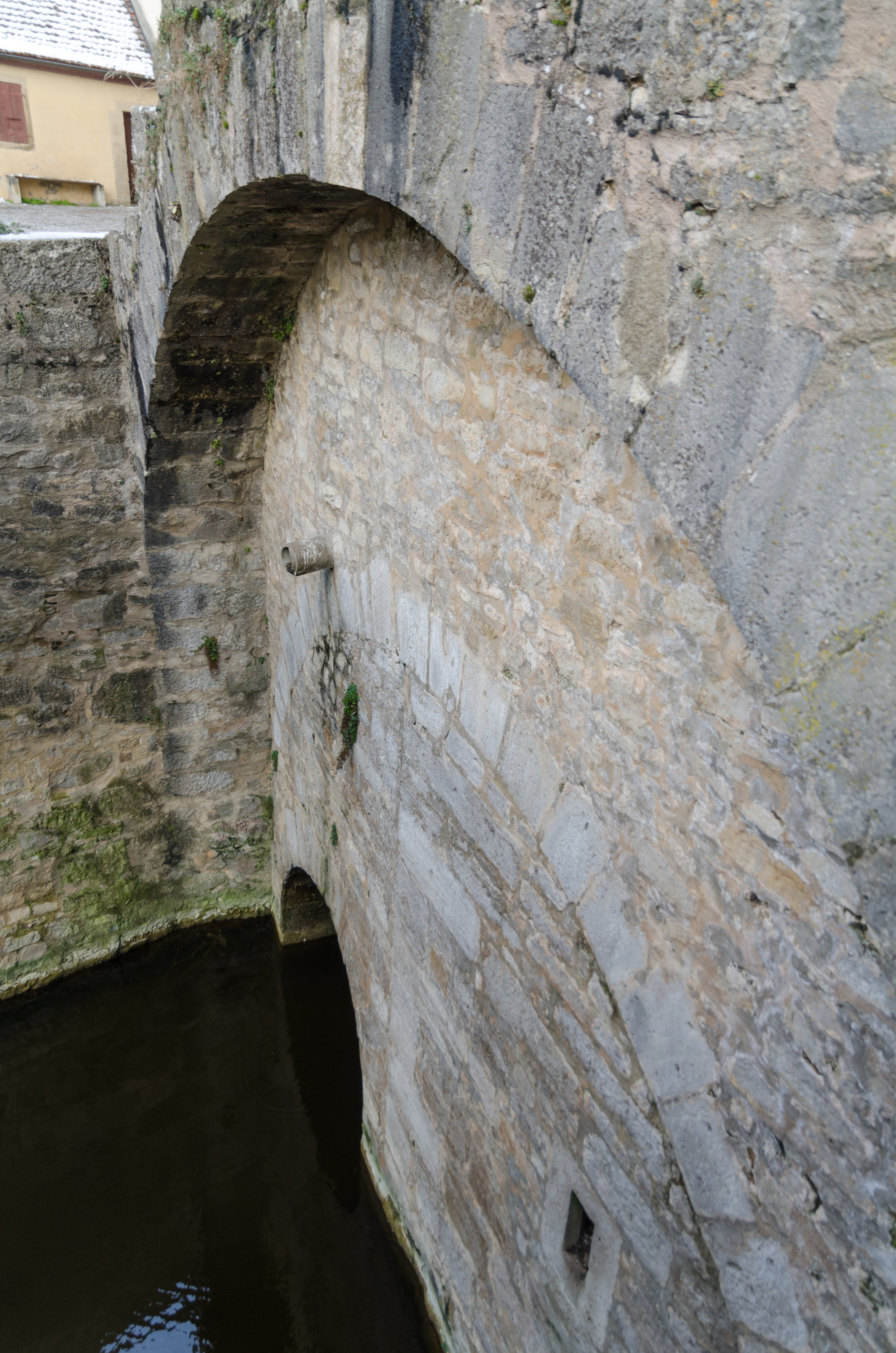
Klingenweth, von Süden weitere Bilder
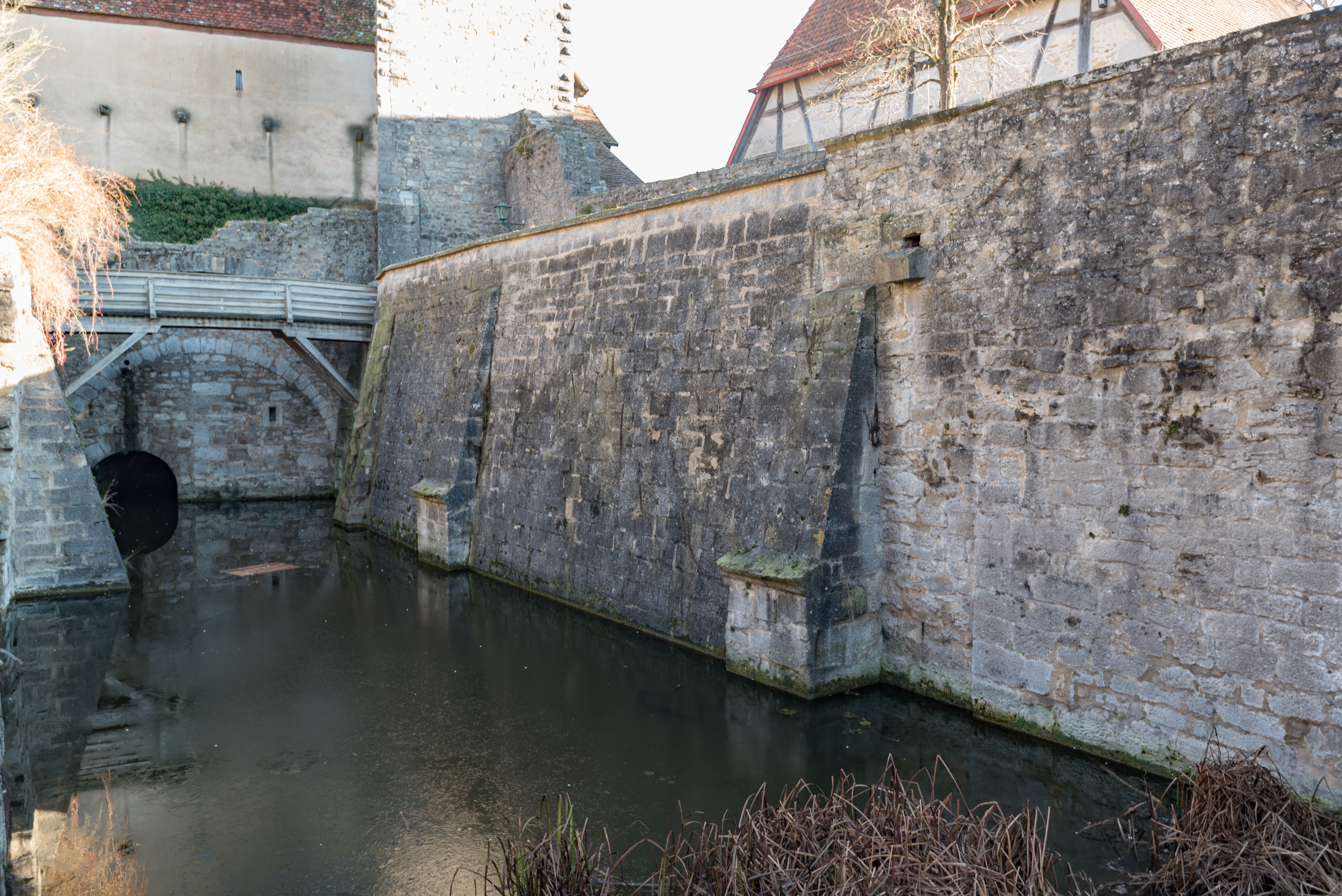
Klingenweth, von Westen weitere Bilder
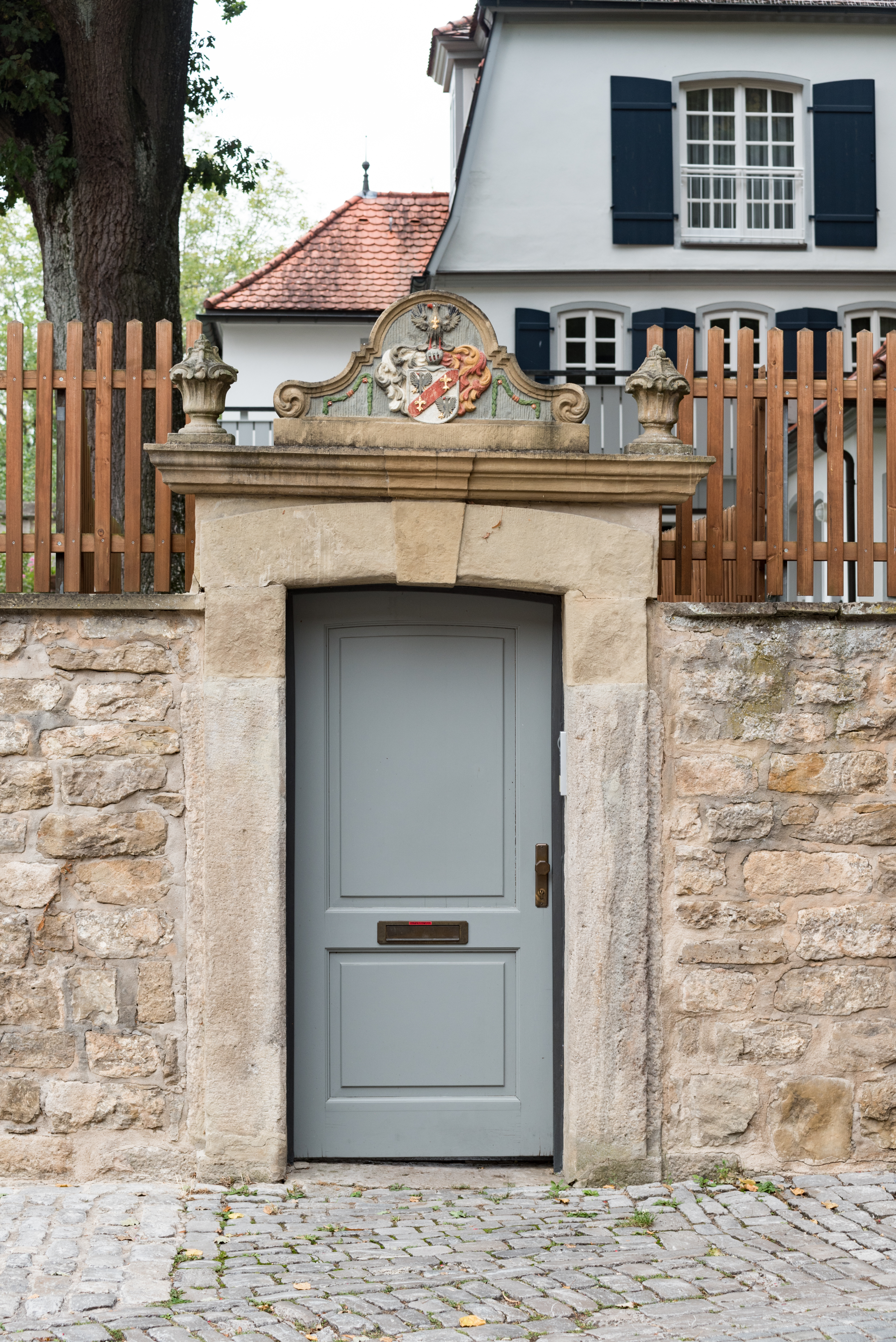
Wallzwinger, Portal weitere Bilder
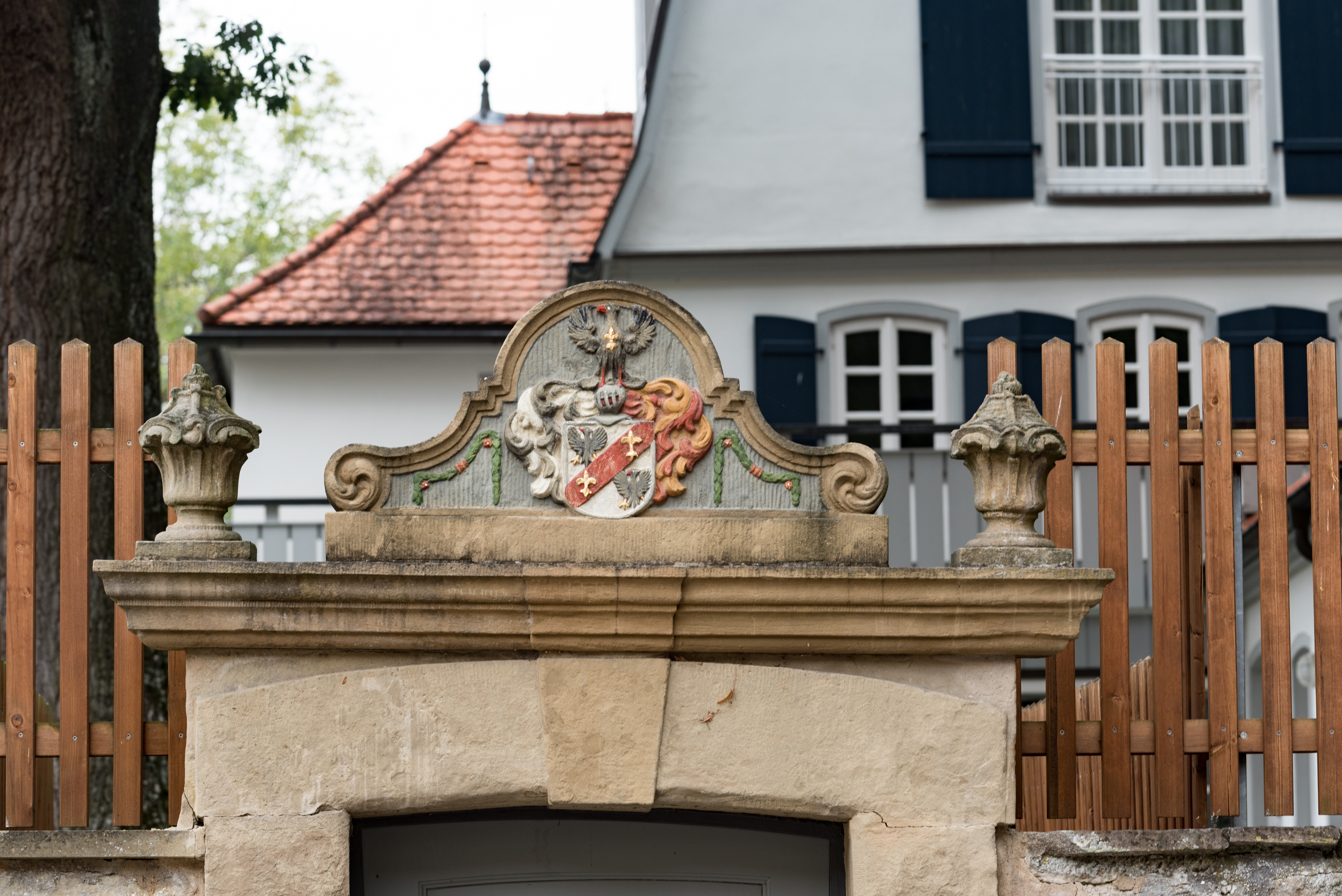
Wallzwinger, Portal weitere Bilder
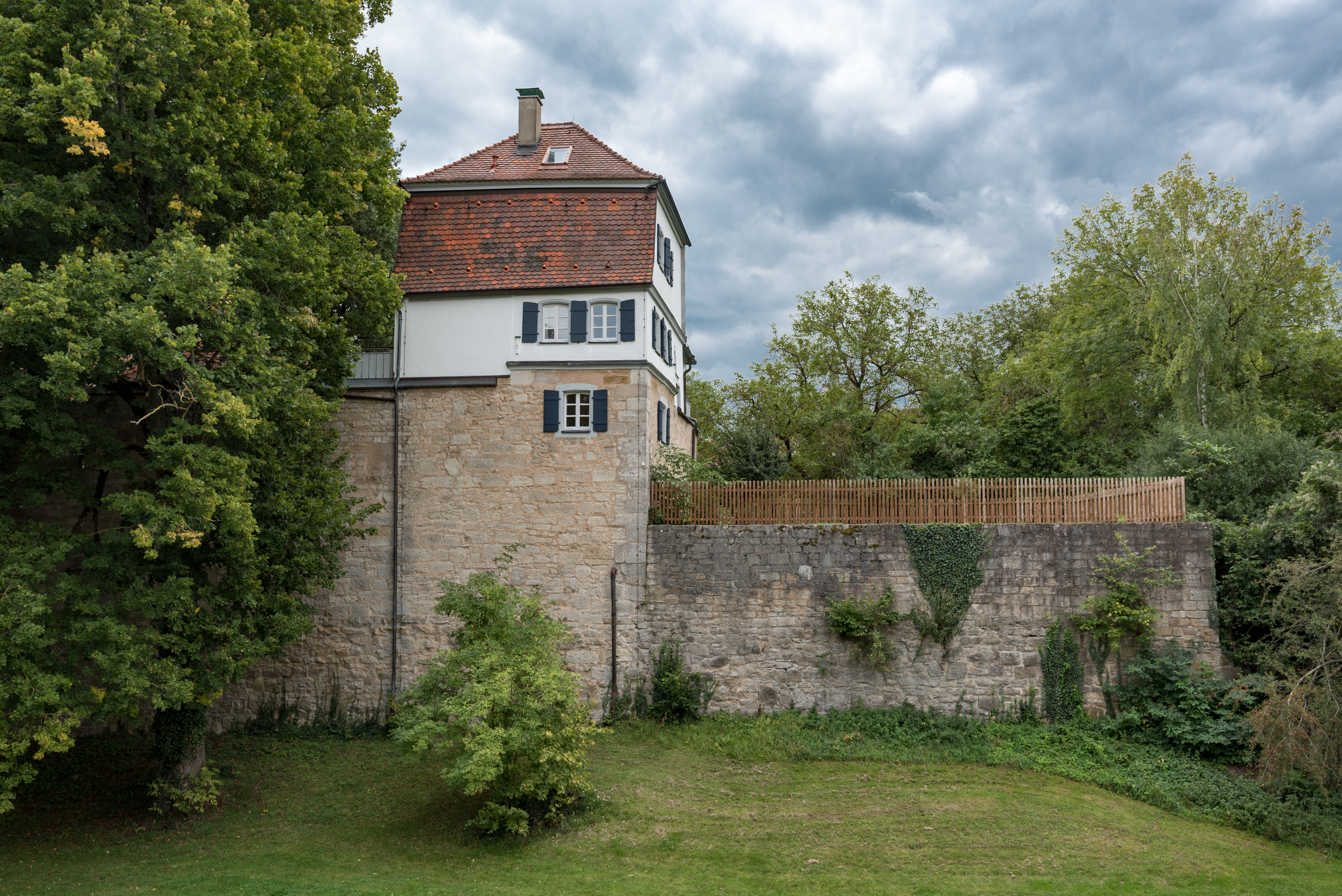
Wallzwinger, von Norden weitere Bilder
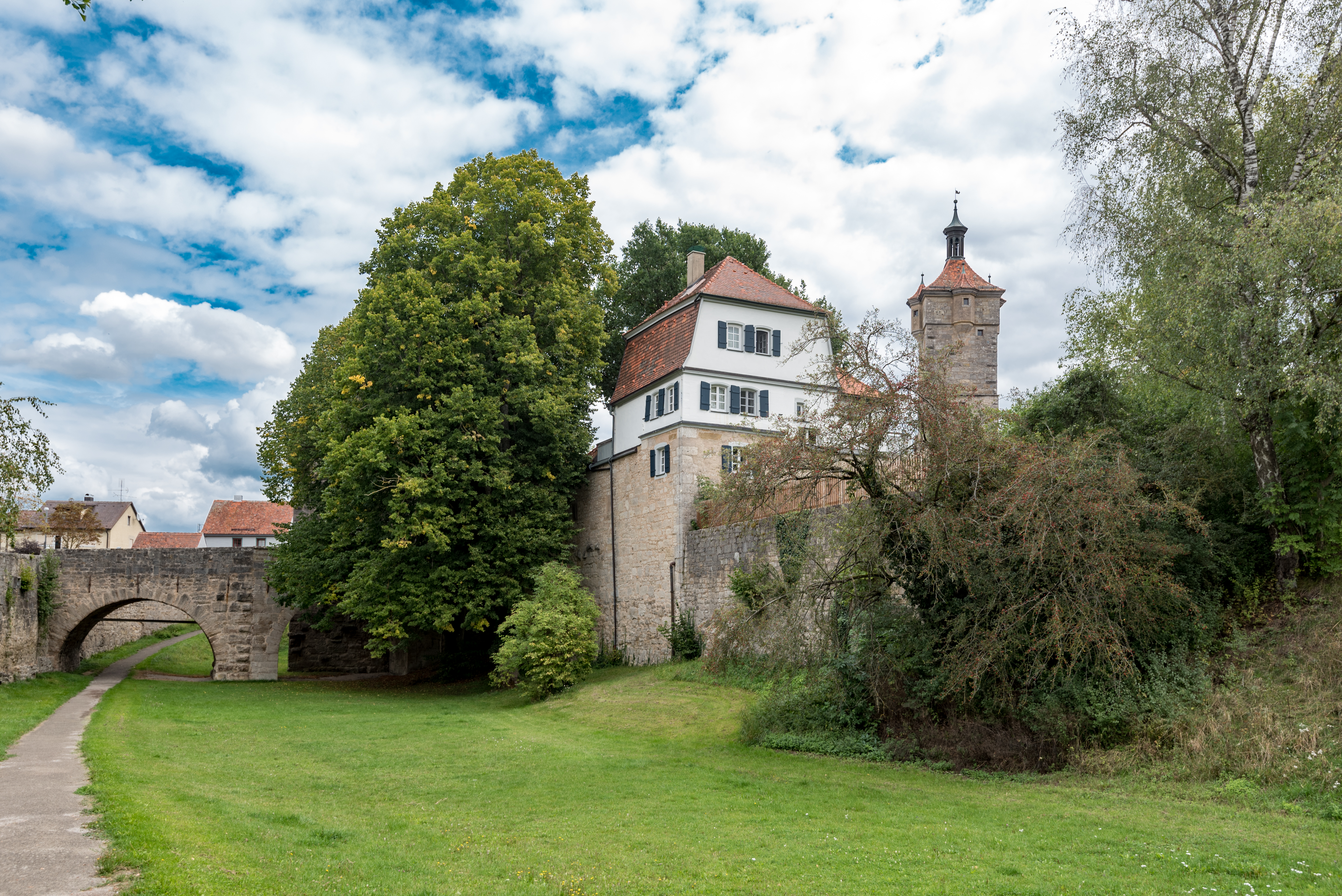
Wallzwinger, von Westen weitere Bilder
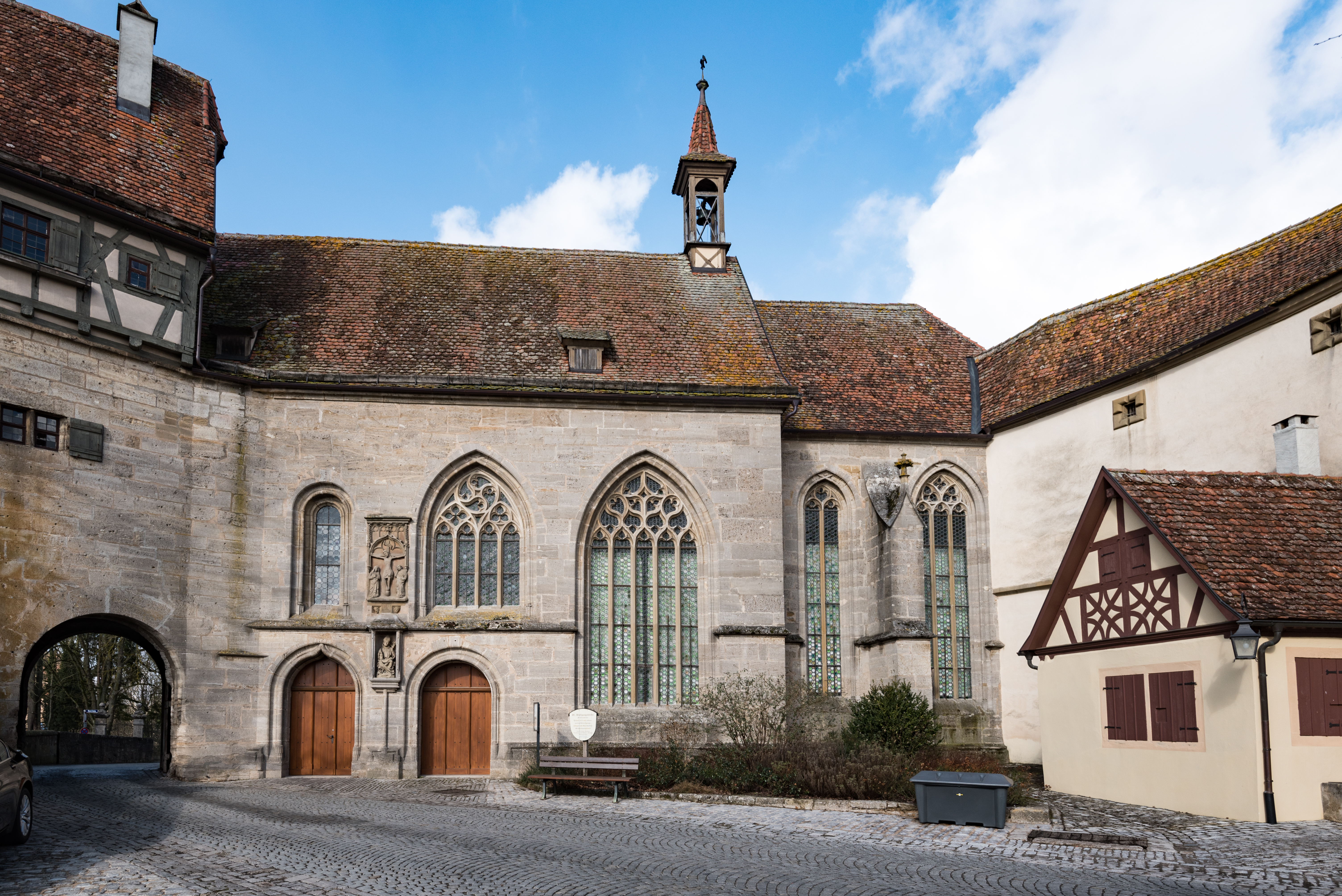
St. Wolfgang, von Süden weitere Bilder
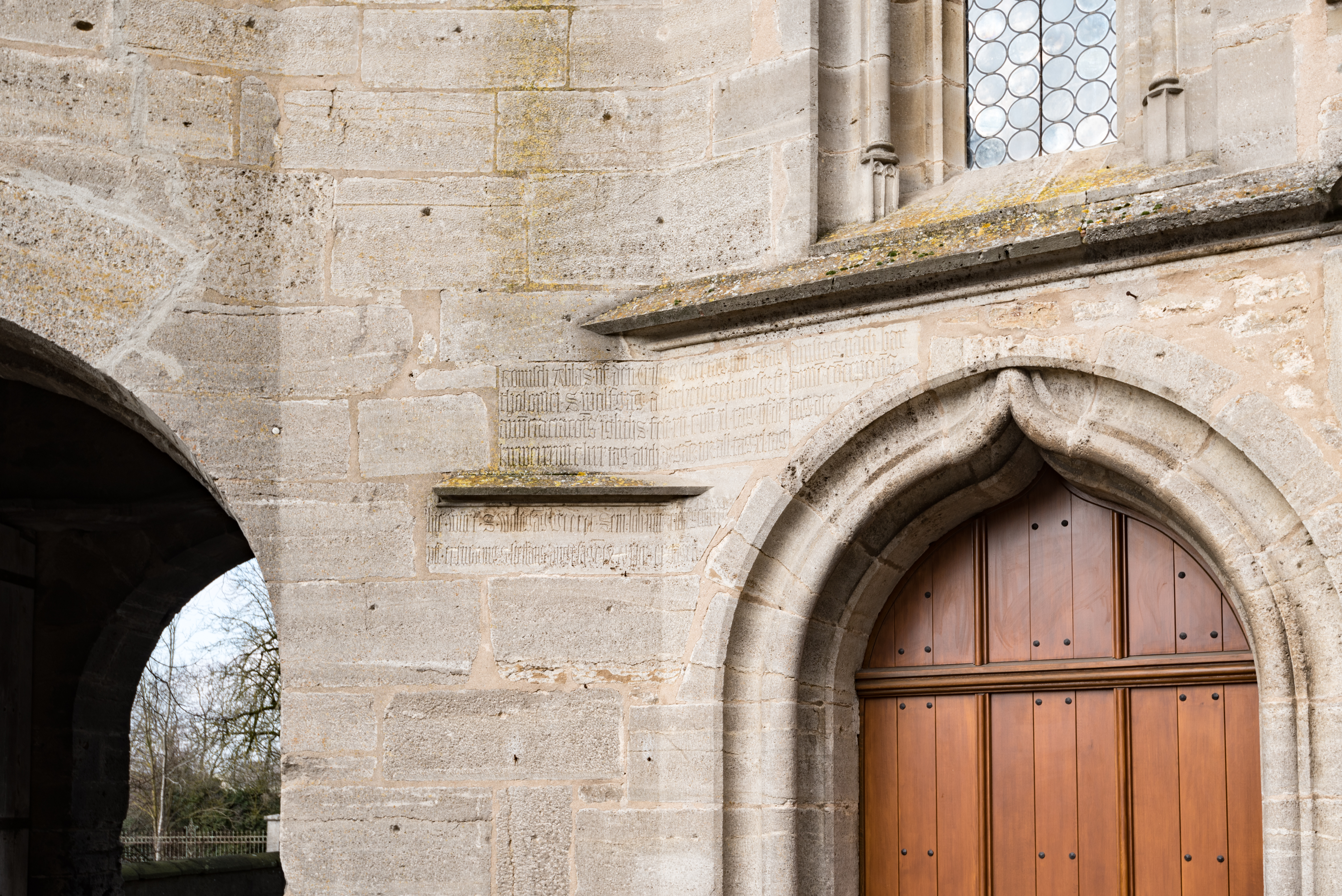
St. Wolfgang, Inschrift, von Süden weitere Bilder
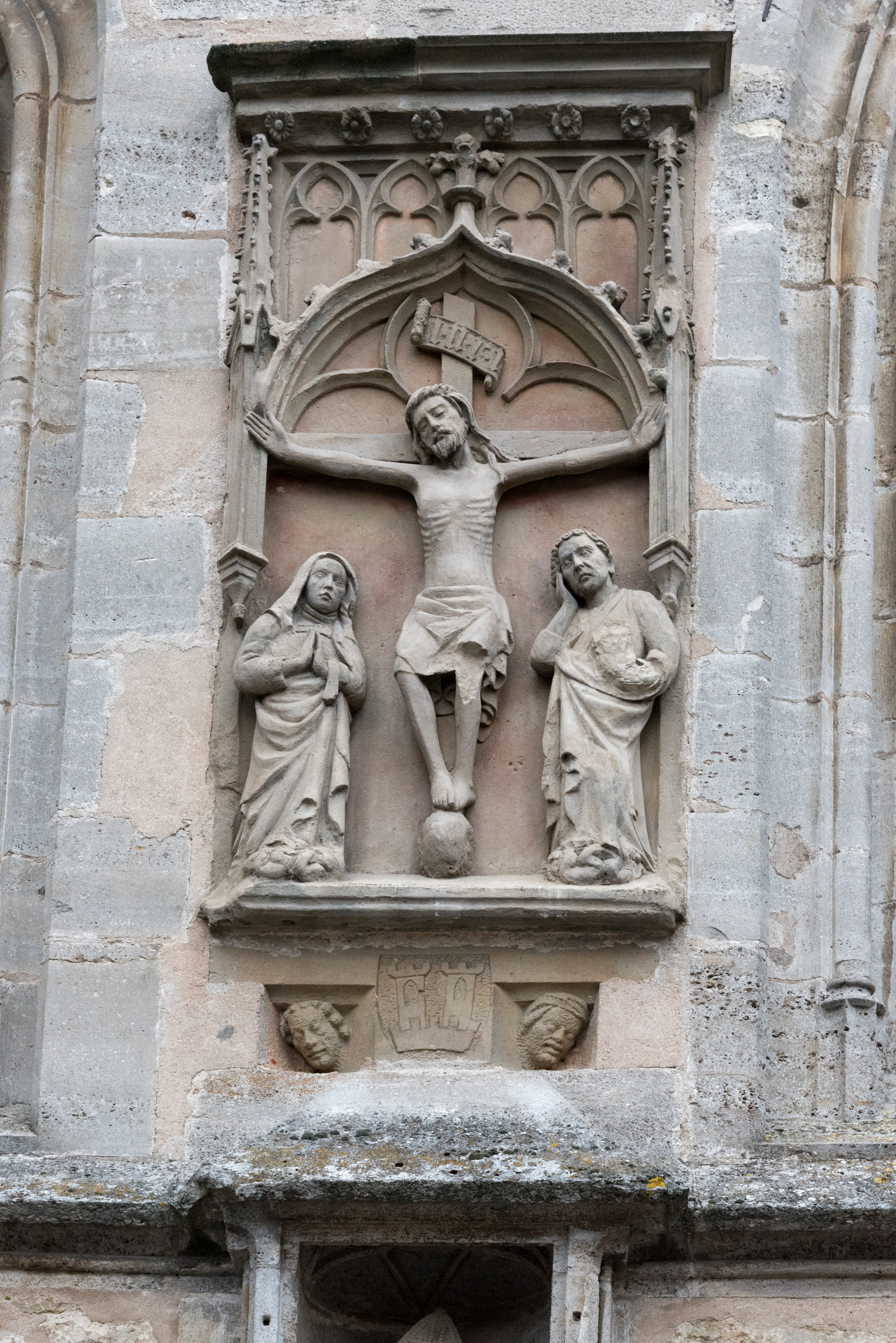
St. Wolfgang, Relief, von Süden weitere Bilder
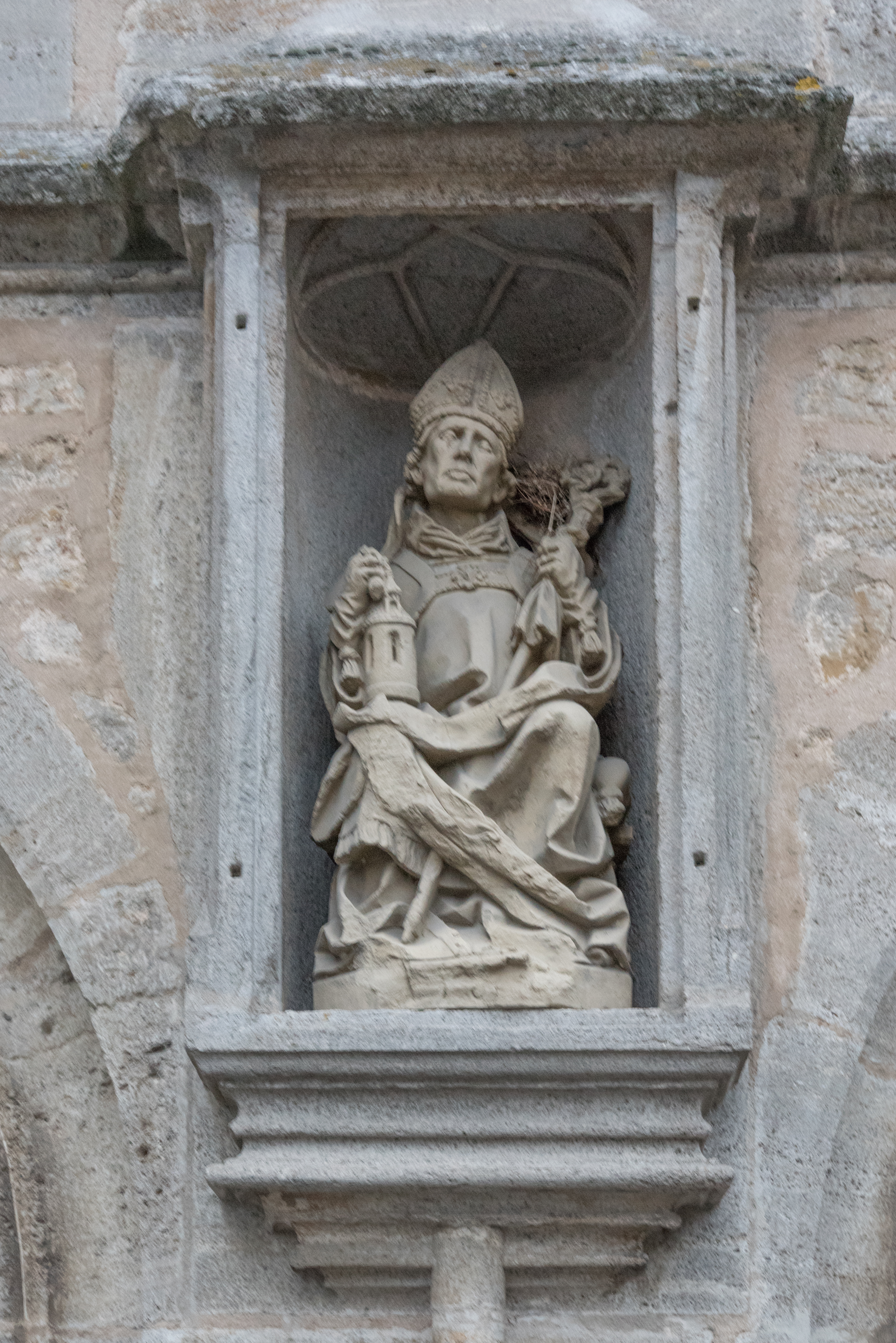
St. Wolfgang, Skulptur, von Süden weitere Bilder
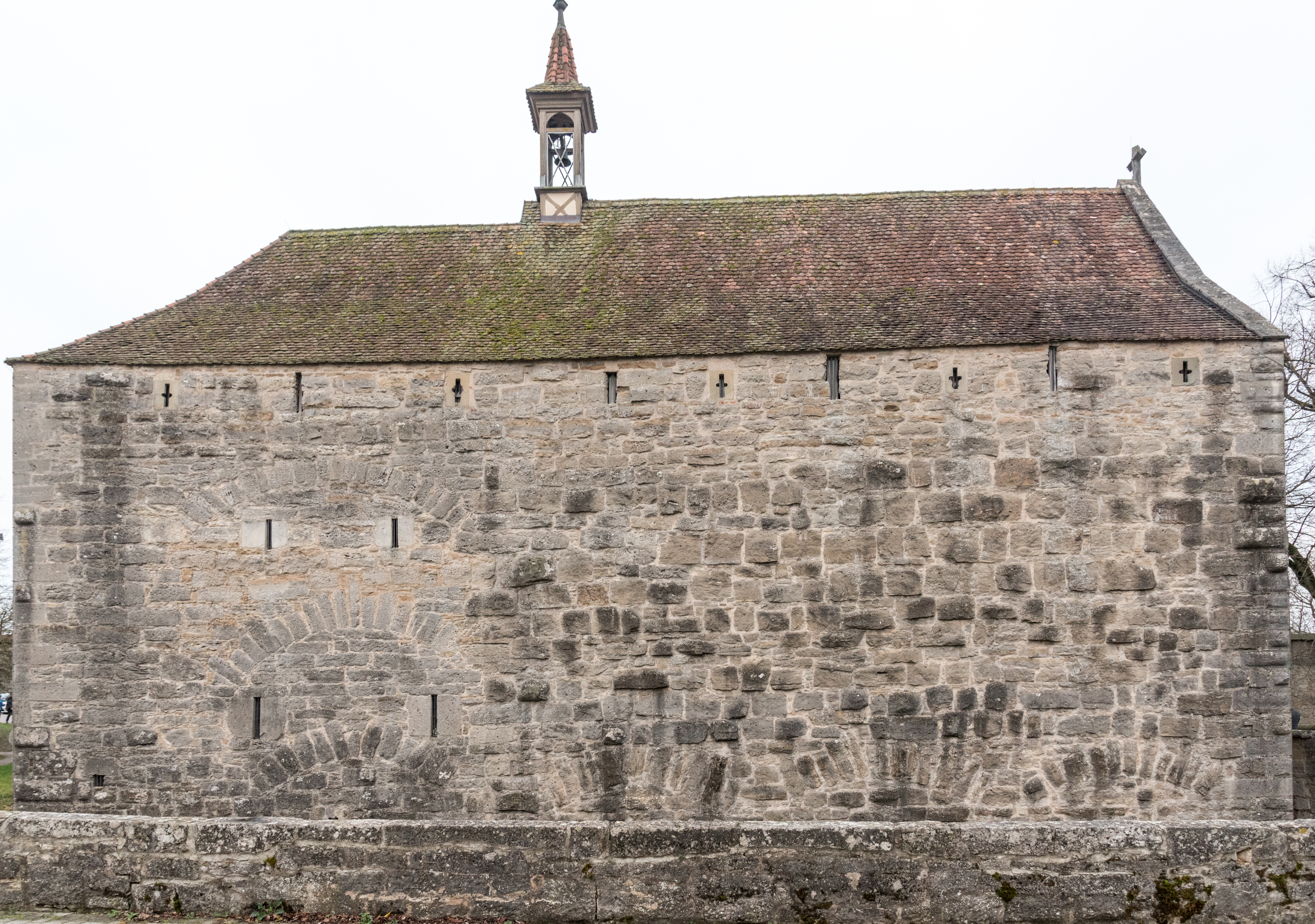
St. Wolfgang, von Norden weitere Bilder
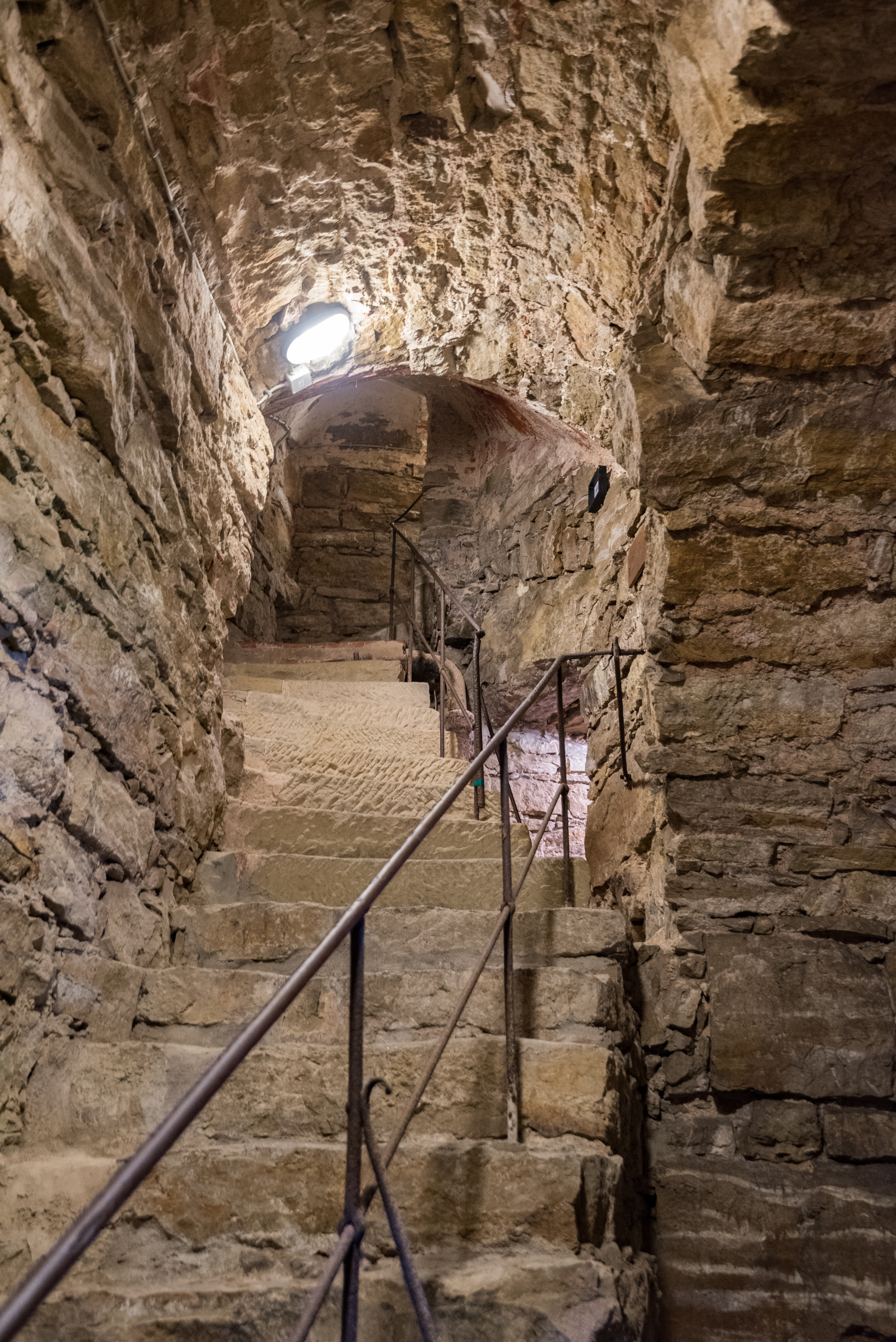
St. Wolfgang, Treppe unter dem Vortor weitere Bilder
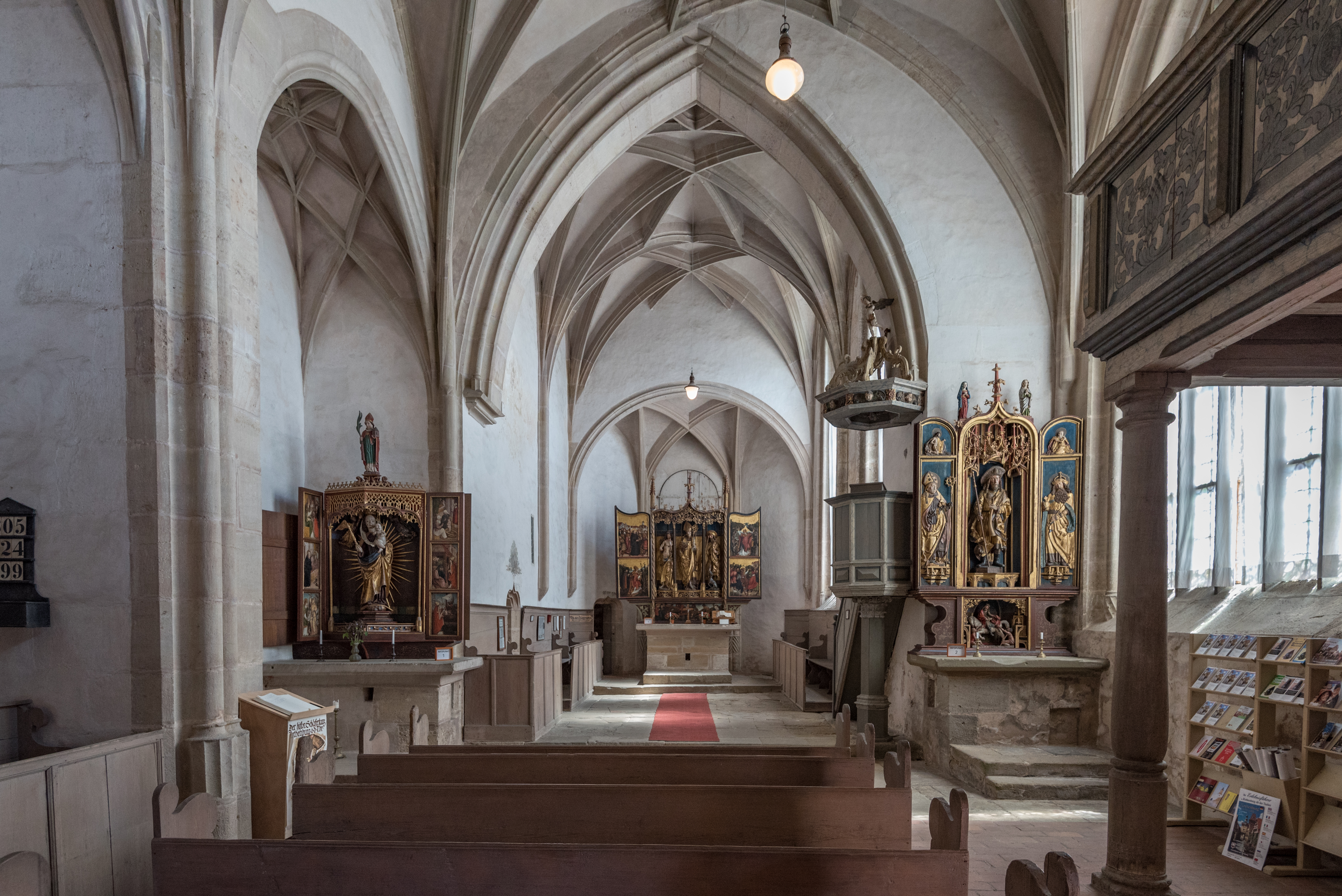
St. Wolfgang, Kirchenschiff, von Westen weitere Bilder
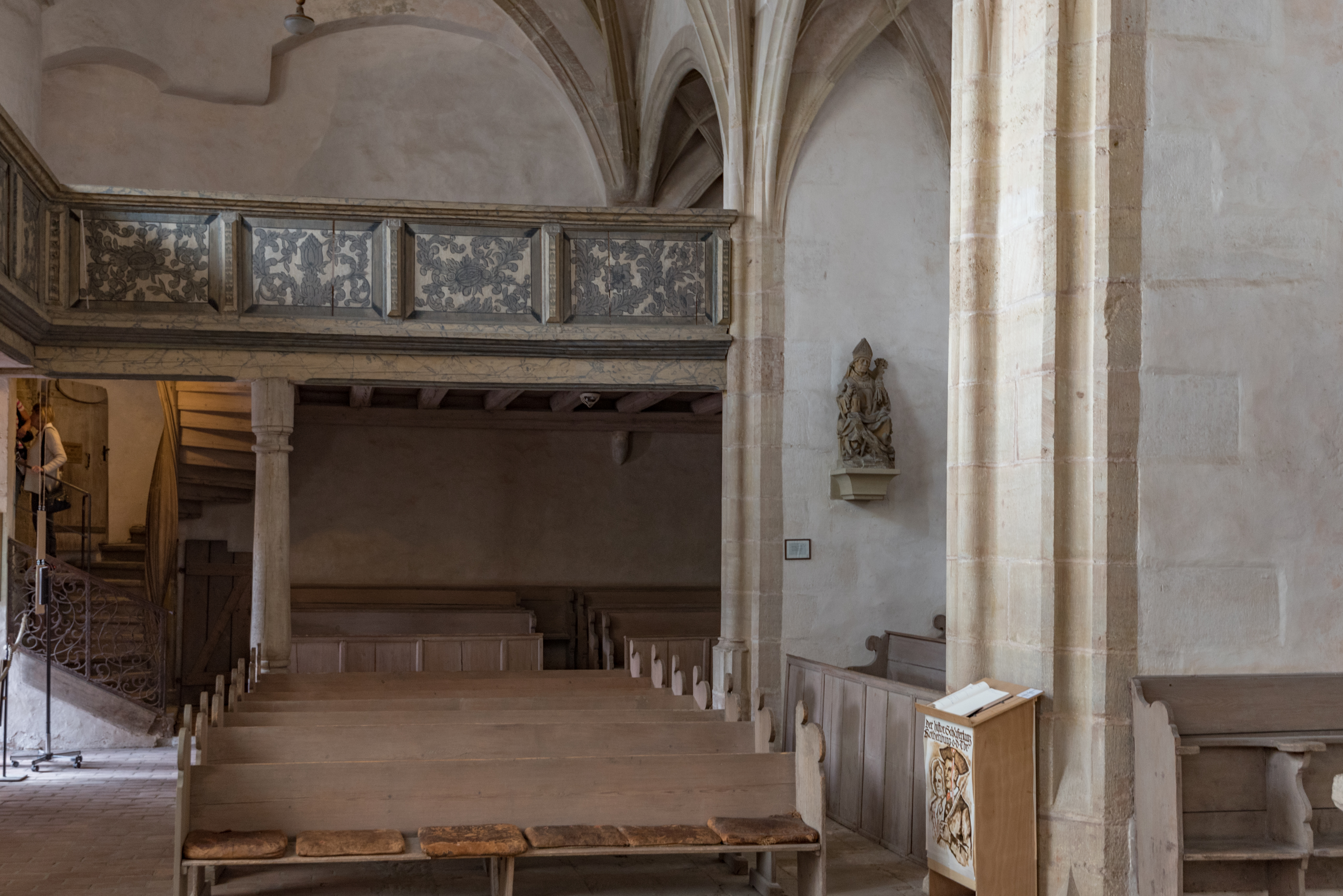
St. Wolfgang, Kirchenschiff, von Osten weitere Bilder
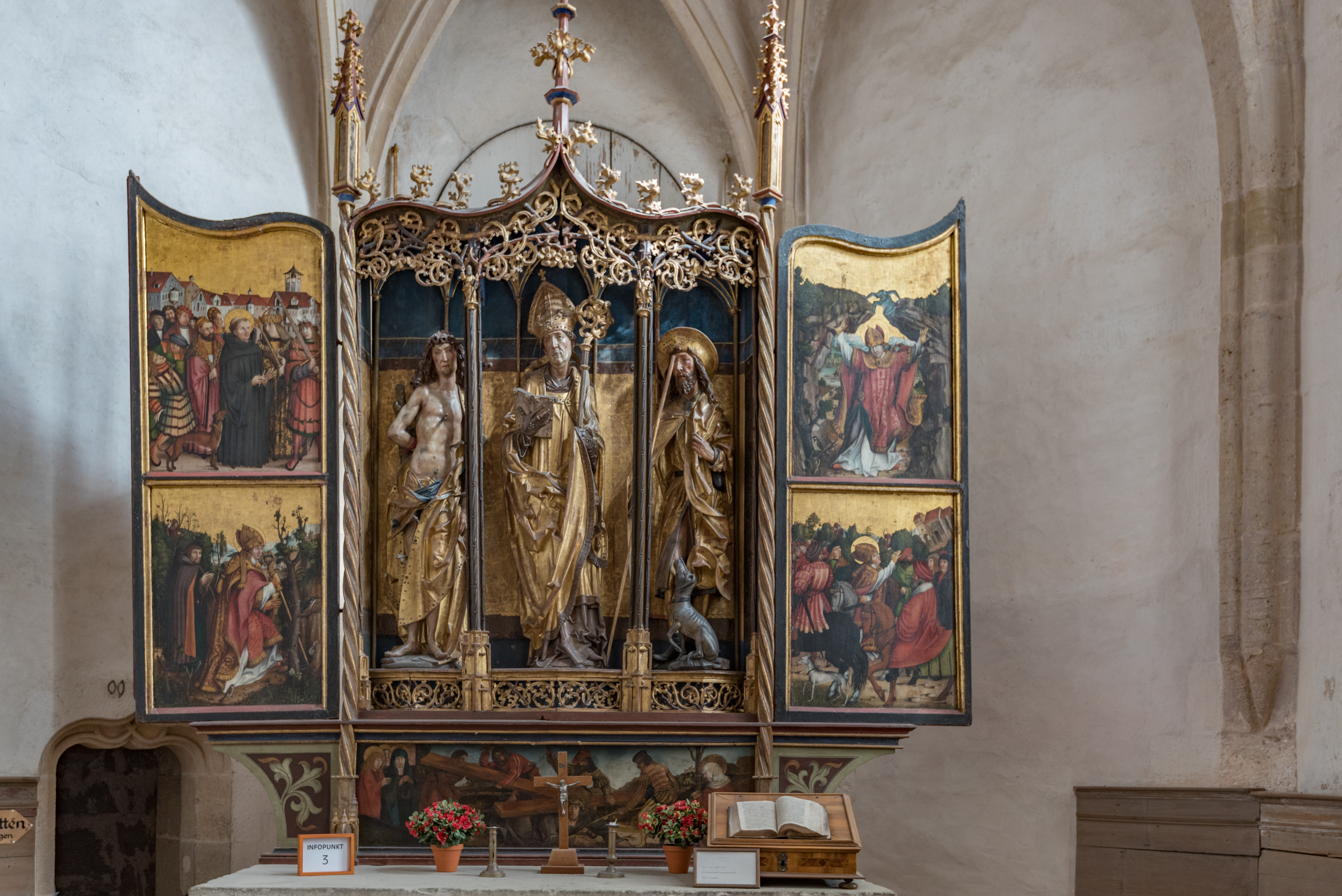
St. Wolfgang, Wolfgangsaltar weitere Bilder
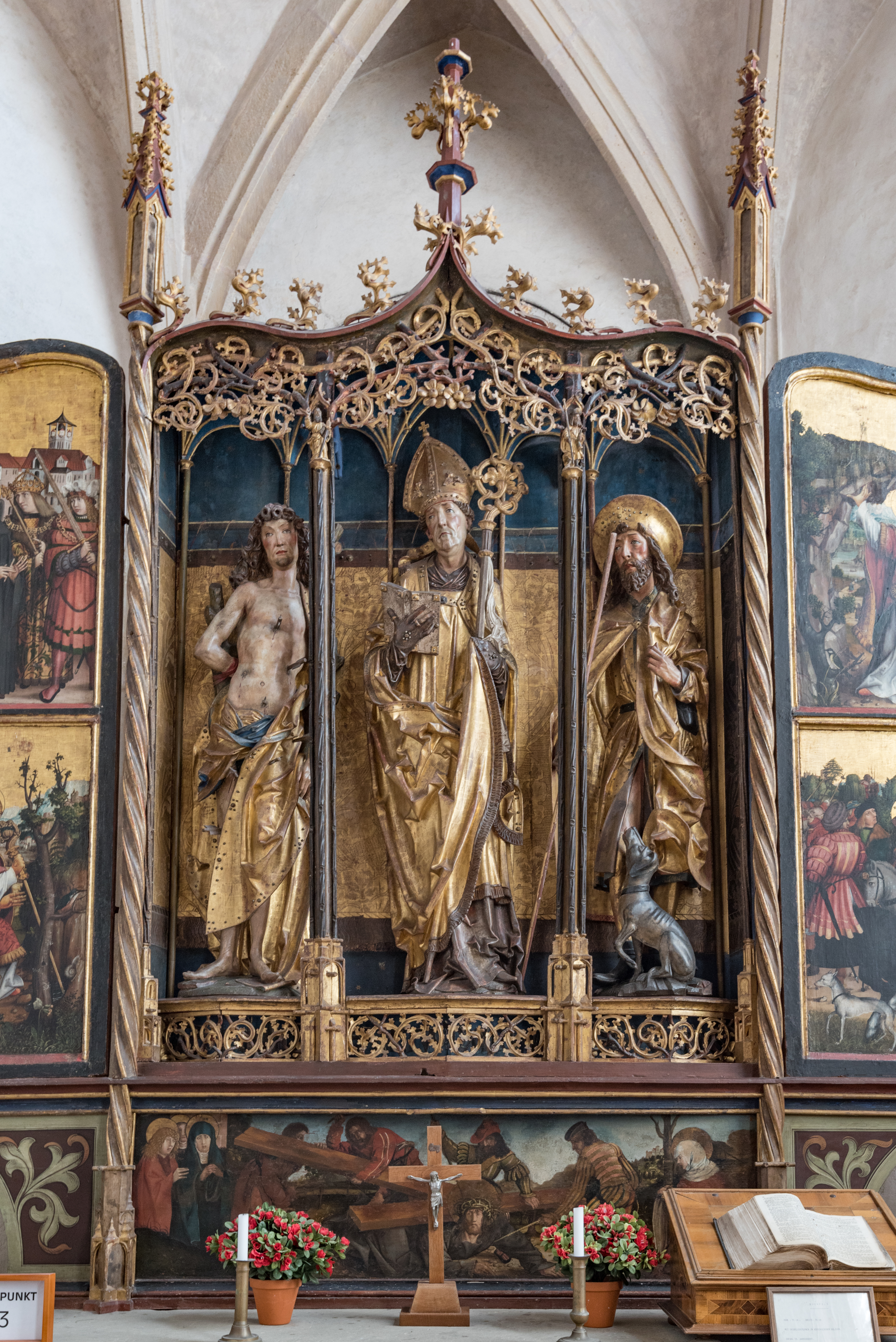
St. Wolfgang, Wolfgangsaltar weitere Bilder
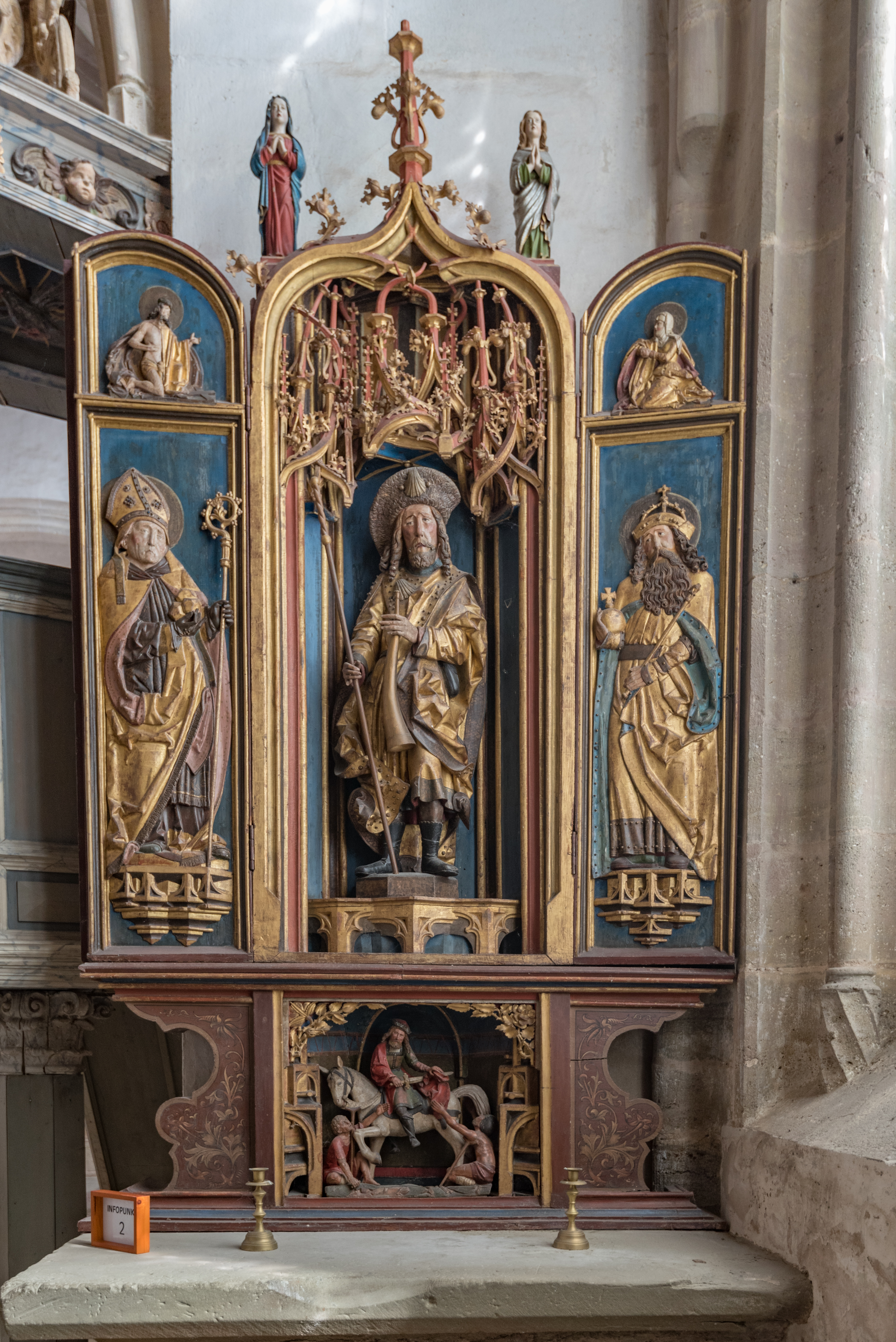
St. Wolfgang, Wendelinsaltar weitere Bilder
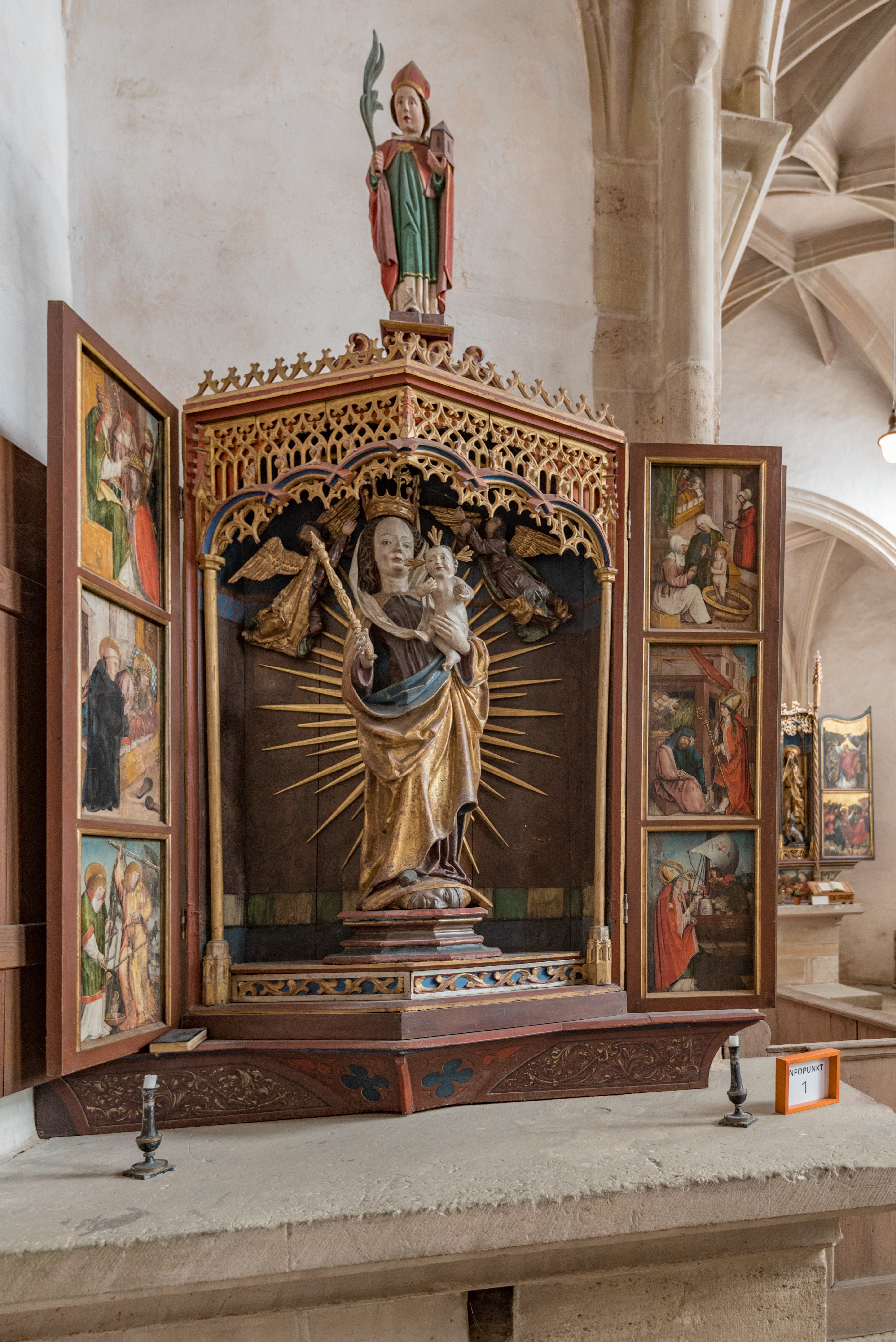
St. Wolfgang, Marienaltar weitere Bilder
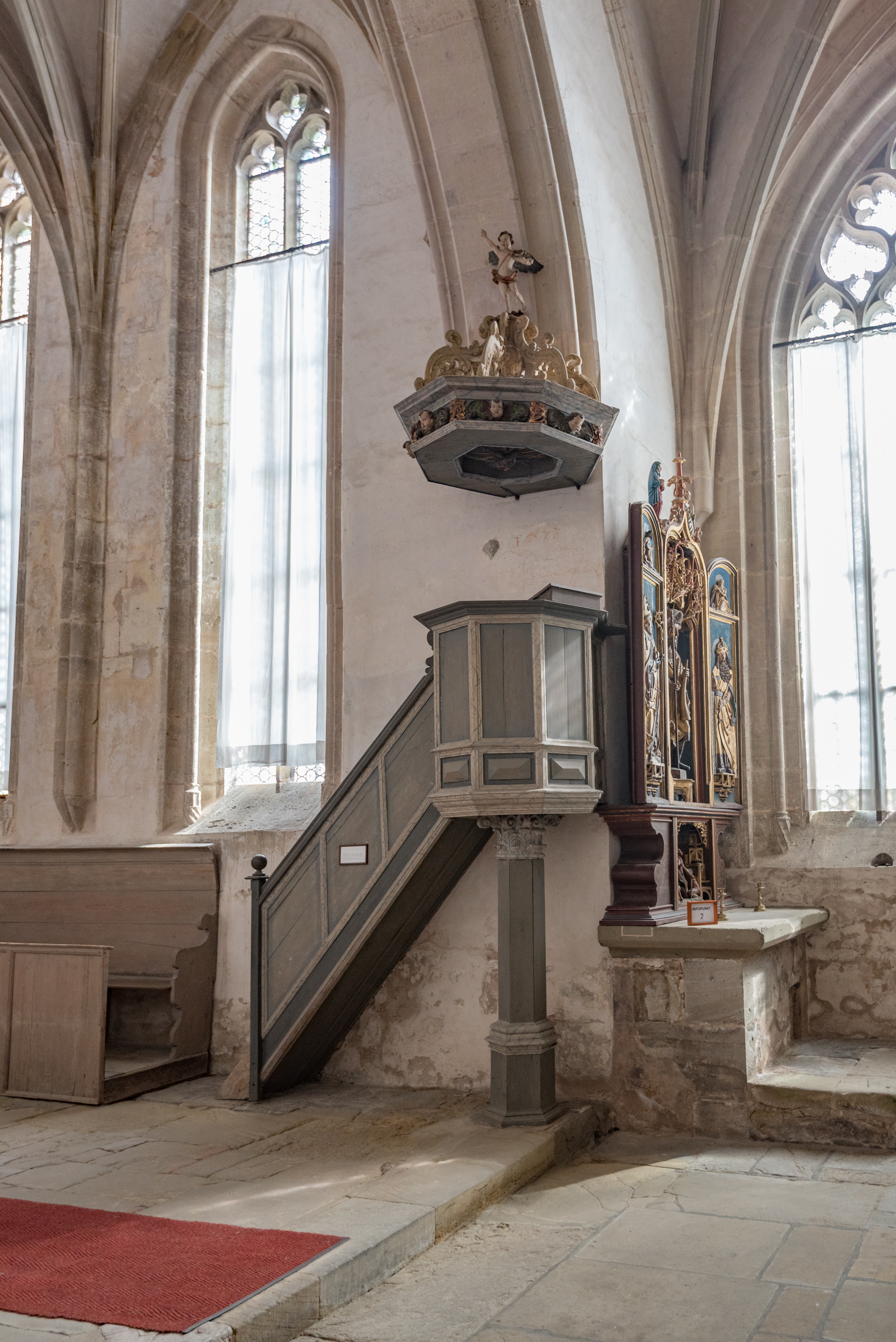
St. Wolfgang, Kanzel weitere Bilder

#### Vom Klingentor zum Galgentor
Im Abschnitt entlang des Straßenzugs Klingenschütt vom Klingentor zum Galgentor ist die Mauer in voller Höhe mit begehbarem Wehrgang, einem Mauerreiterturm und drei Mauertürmen erhalten. Auf Stadtseite ist die Mauer vollständig durch die Mauergasse Klingenschütt zugänglich. Auf Feldseite ist der Abschnitt in Höhe Bezoldweg 1 bis 23 über einen Fußweg zugänglich. In Höhe Bezoldweg 31 bis 41 ist der feldseitige Zugang durch eingefriedete Gartengrundstücke verwehrt. Von nördlich des Kummerecks sind der Zwinger und der ehemalige Wassergraben bis zum Galgentor auf öffentlichen Wegen zugänglich.
- Die Stadtmauer ist bei Klingenschütt 1 (Lage) (D-5-71-193-320), Klingenschütt 3 (Lage) (D-5-71-193-322), Klingenschütt 5 (Lage) (D-5-71-193-324), Klingenschütt 11 (Lage) (D-5-71-193-331)in Wohnhäuser einbezogen.
- Scharwachturm, sogenannter Fürbringerturm (Lage), kleiner eingeschossiger Hausteinbau mit Walmdach auf Mauererker über Schrägfuß, 15. Jahrhundert
- Wachturm, sogenannter Pulverturm (Lage), quadratischer Bruchsteinbau mit Eckrustika und gewölbter Stirn zu vier Geschossen sowie Kegeldach, letztes Viertel 14. Jahrhundert, Dacherneuerung 1656
- Klingenschütt 9: Wachturm mit ehemaliger Henkerswohnung, sogenannter Henkersturm (Lage), viergeschossiger Bruchsteinbau mit gewölbter Stirn, Eckquaderung und Kegeldach, letztes Viertel 14. Jahrhundert, abgebrannt 1492, 1525, 1528 und 1927
- Streichwehr beim Henkersturm (Lage), Rest des nahezu quadratischen Bruchsteinbaus, 15. Jahrhundert
- Streichwehr beim Kummereck (Lage), rechteckiger Grundriss, 15. Jahrhundert
- Wachturm, sogenanntes Kummereck (Lage), quadratischer Bruchsteinbau mit Eckquaderung und Pyramidendach, drittes Viertel 14. Jahrhundert
- Wachturm, sogenannter Ganserturm (Lage), quadratischer Bruchsteinbau mit Eckquaderung zu drei Geschossen, bezeichnet „1481“, gesprengt 1631
- Ehemaliger Wassergraben (Lage), it Hau- und Werkstein ausgekleidet, 1430
- Zwinger (Lage), massiv, 1430, erneuert 1665

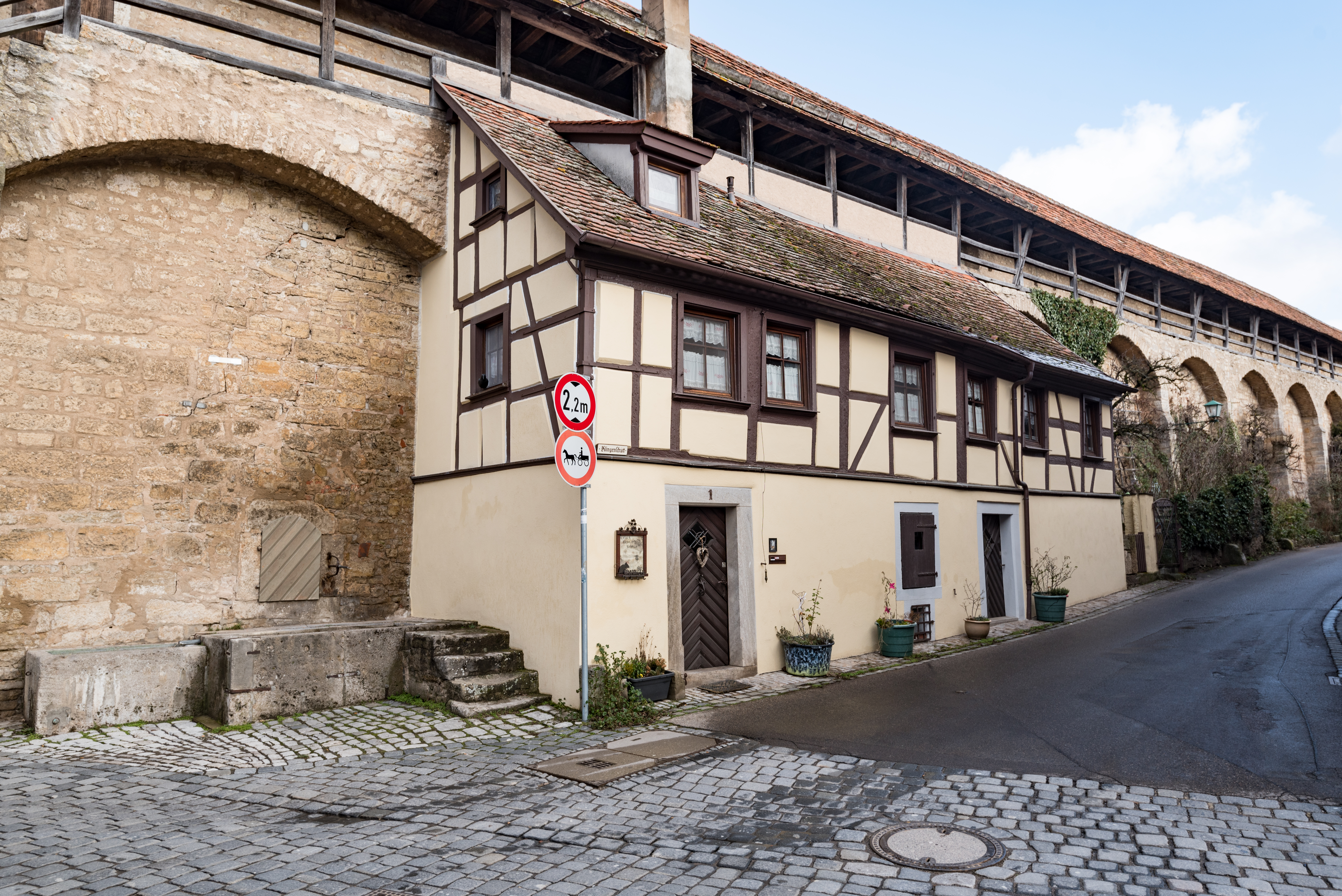
Klingenschütt 1 weitere Bilder
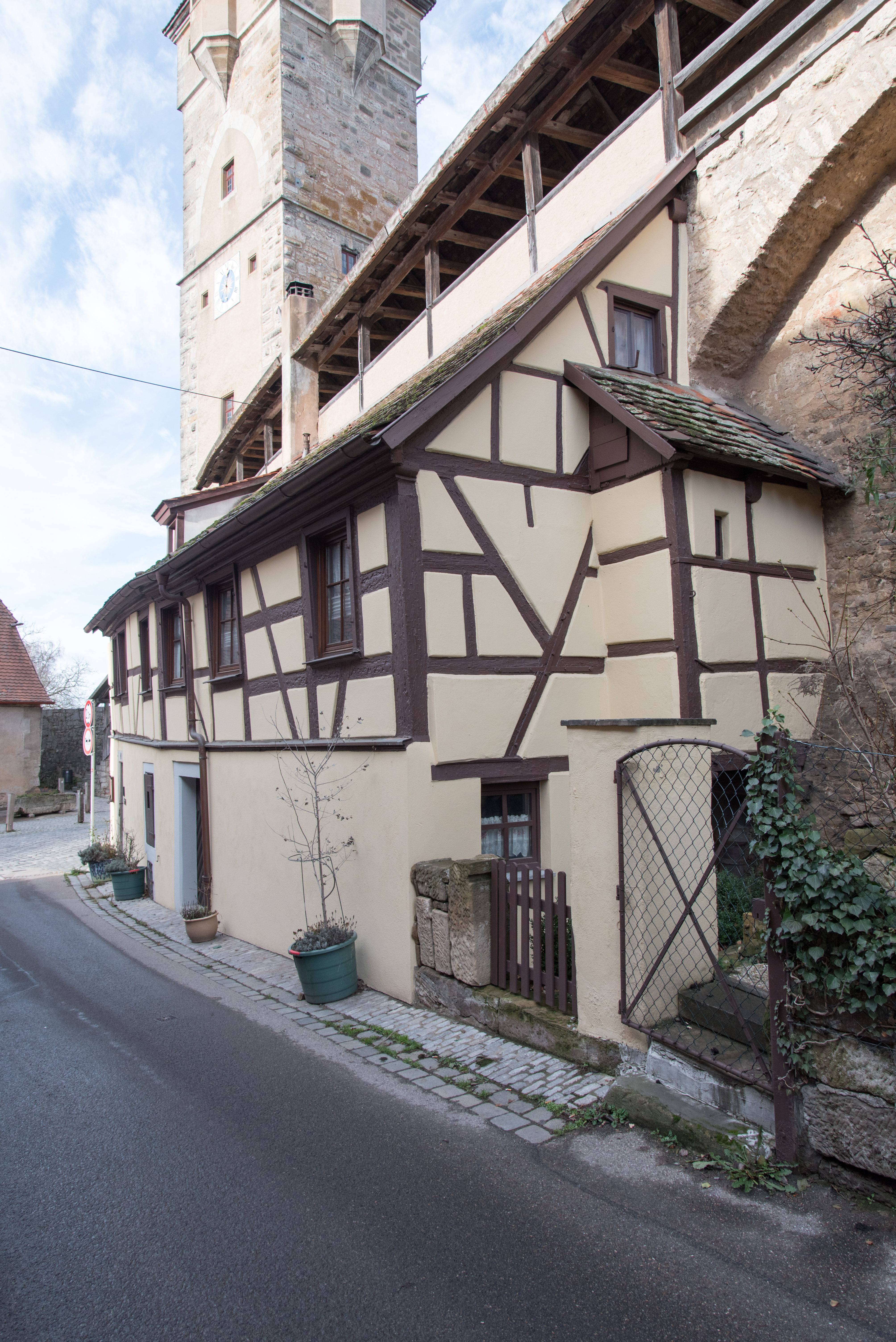
Klingenschütt 1 weitere Bilder
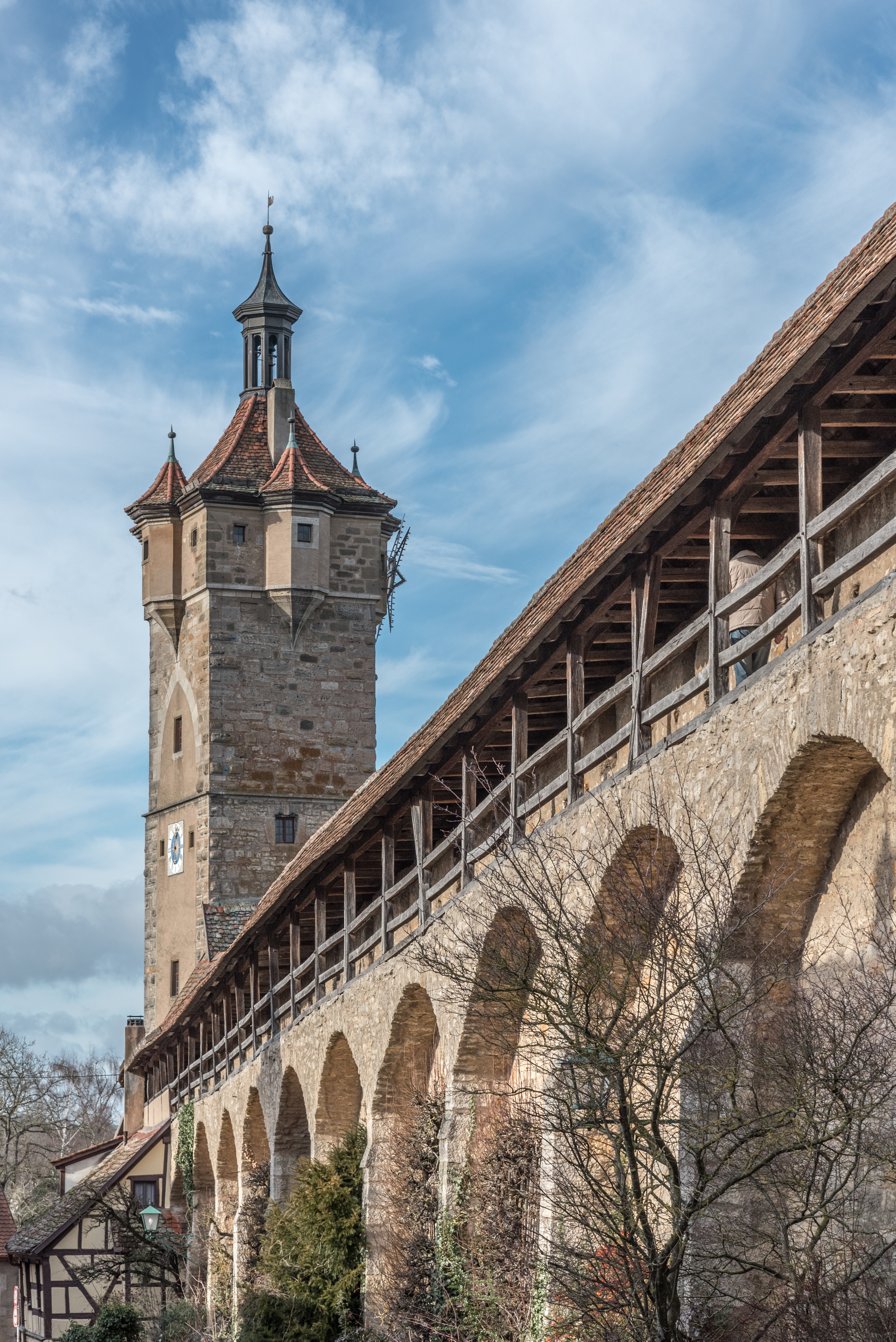
Stadtmauer mit Klingentorturm, von Osten weitere Bilder
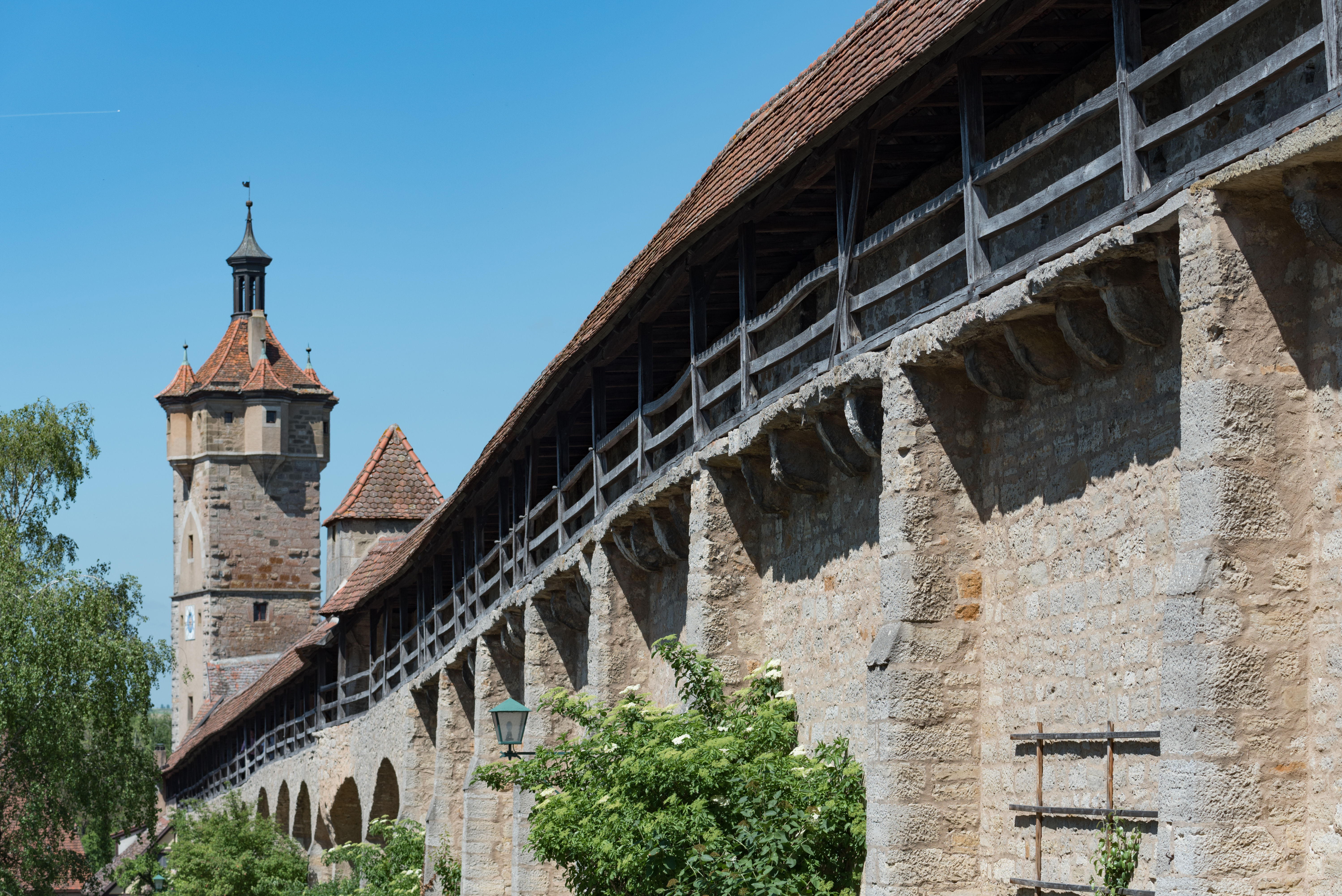
Stadtmauer mit Klingentorturm und Fürbringerturm, von Osten weitere Bilder
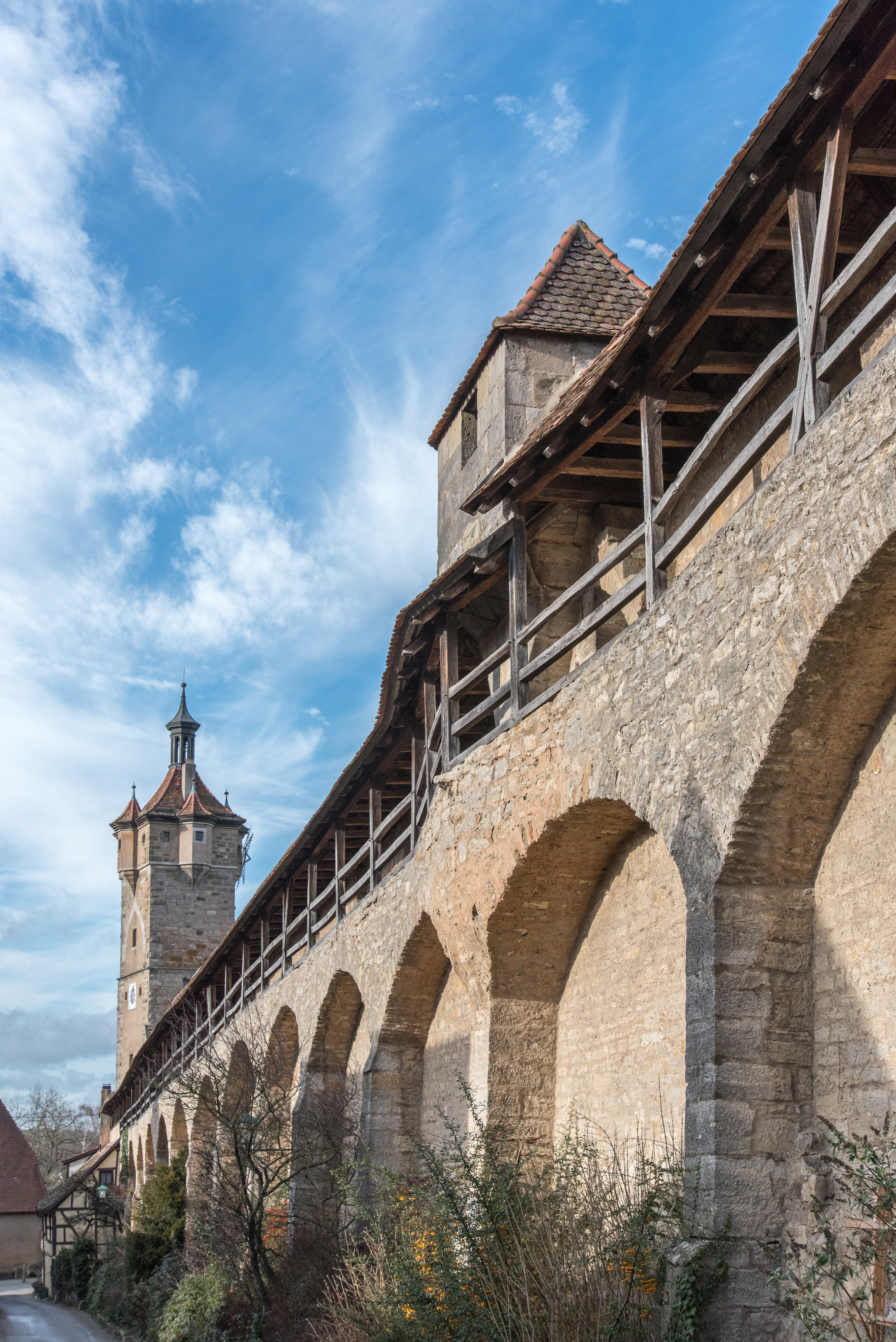
Stadtmauer mit Klingentorturm und Fürbringerturm, von Osten weitere Bilder
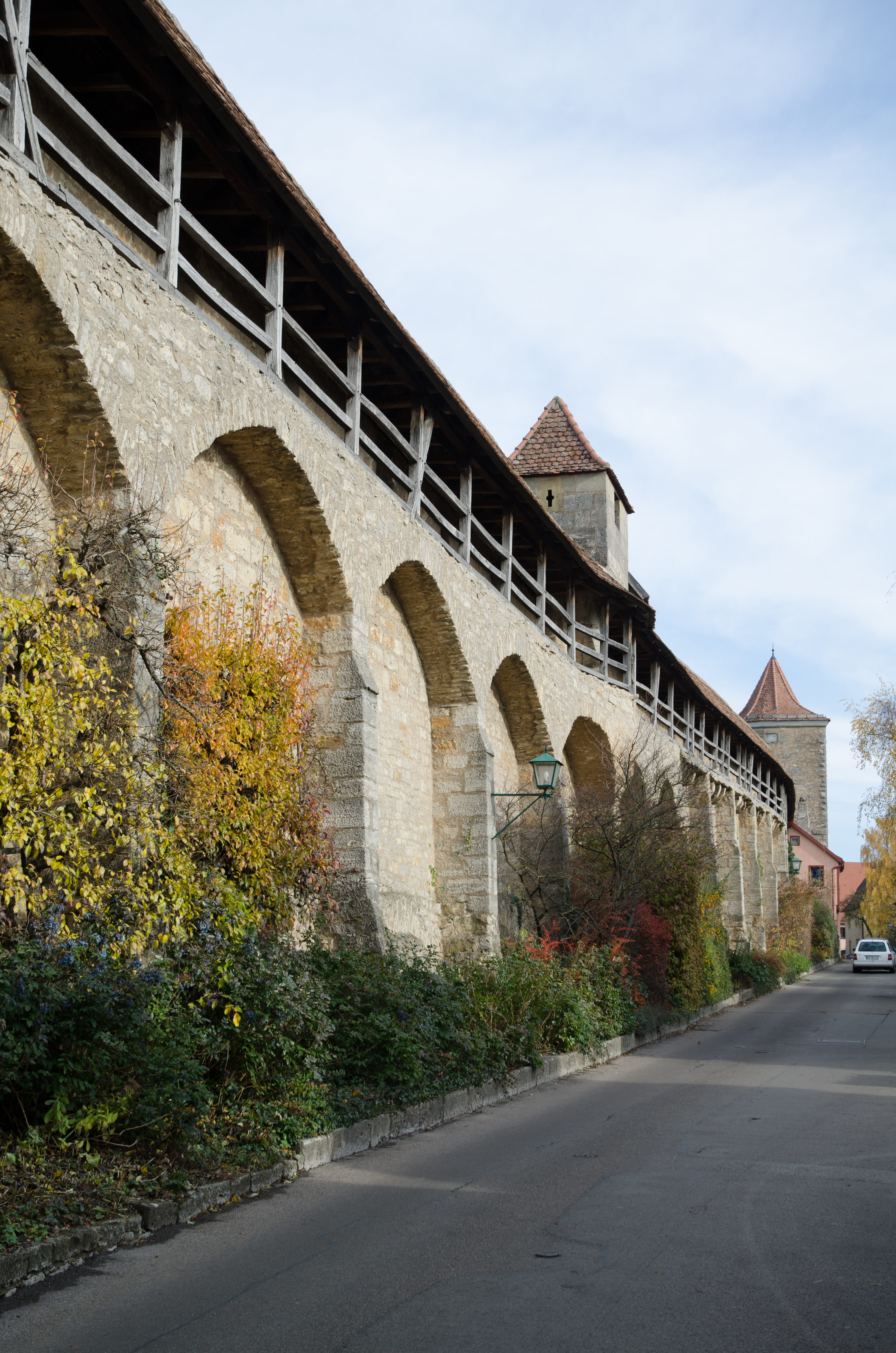
Stadtmauer mit Fürbringerturm, von Westen weitere Bilder
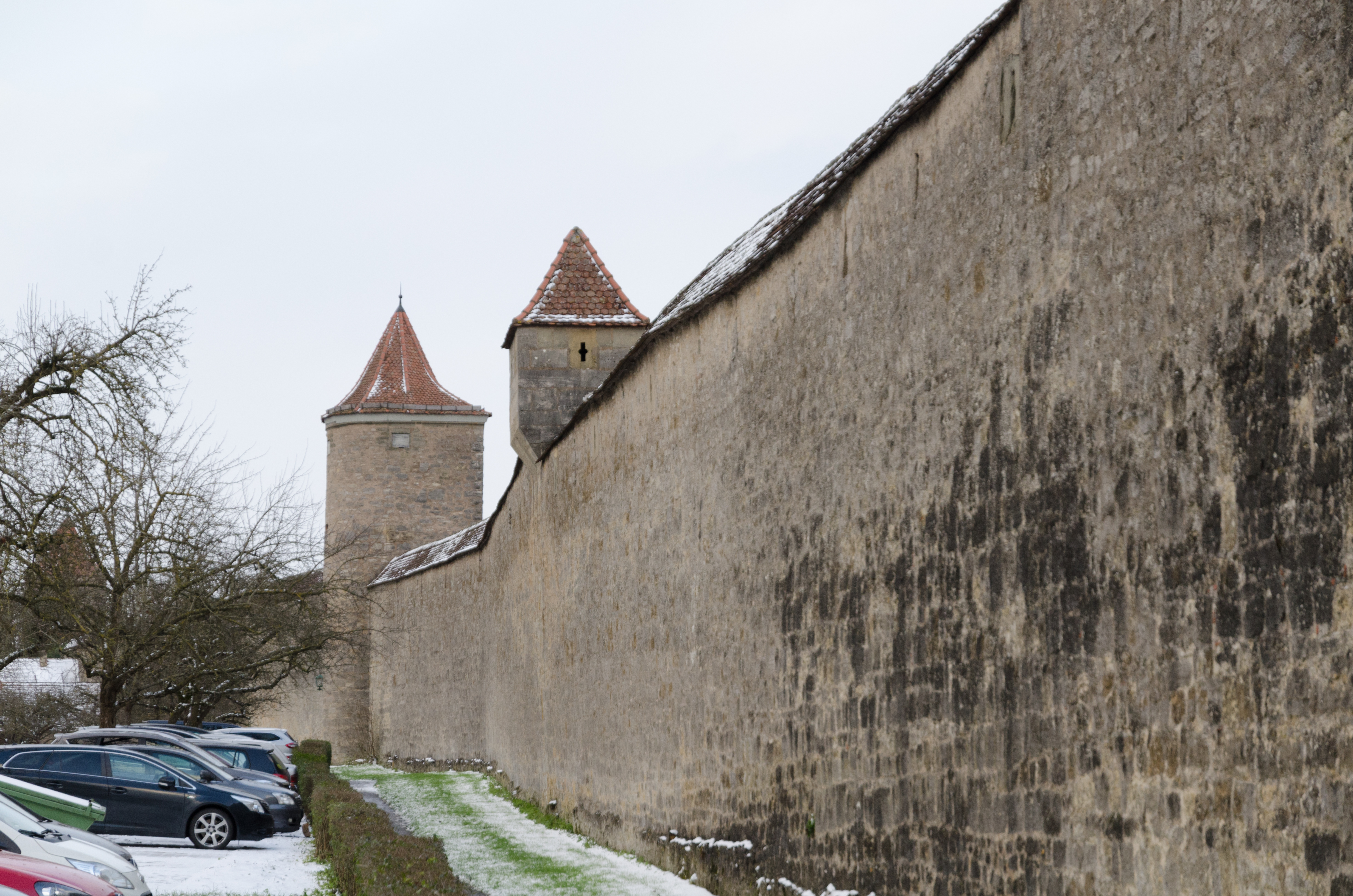
Stadtmauer mit Fürbringerturm und Pulverturm, von Westen, Feldseite weitere Bilder
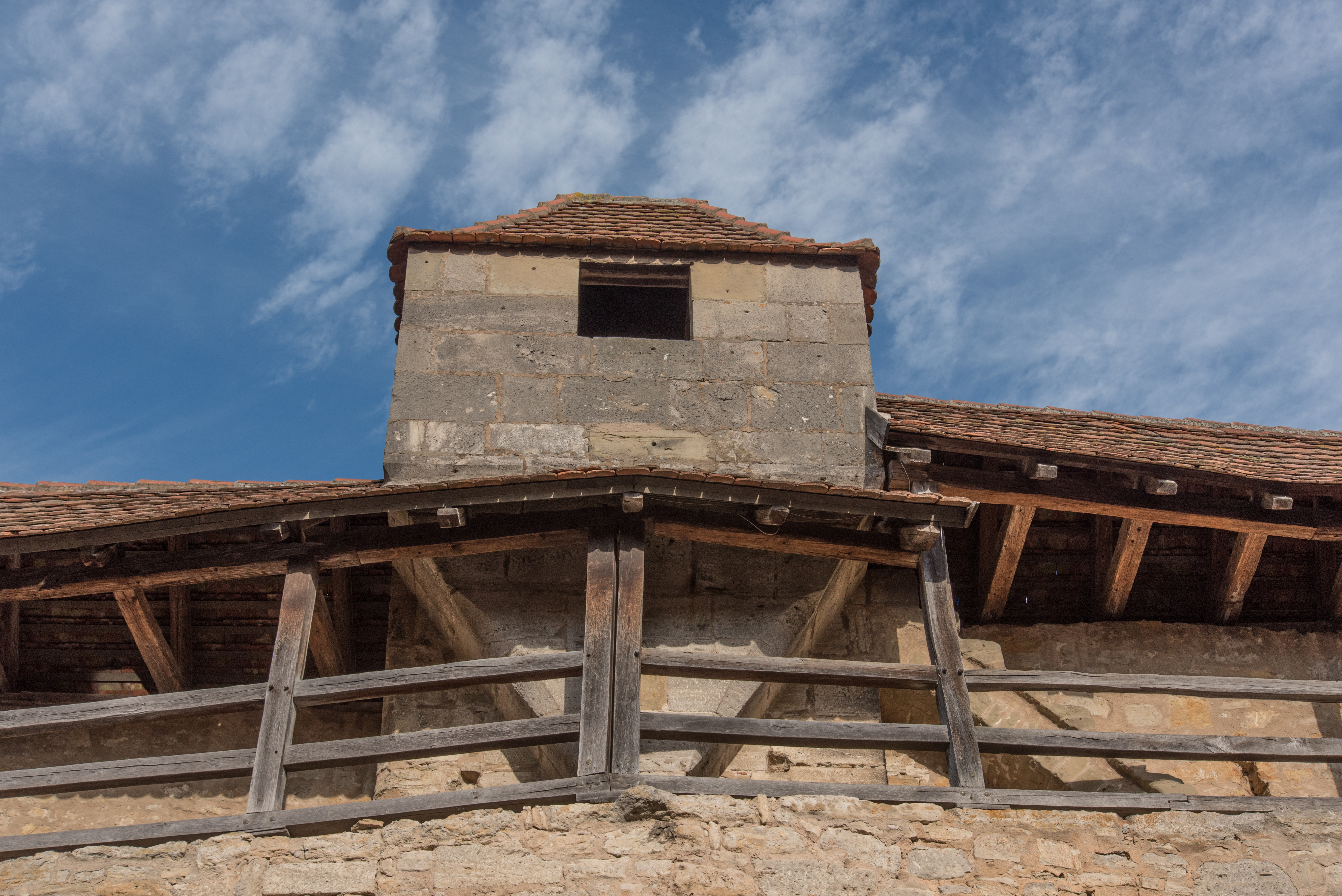
Fürbringerturm, von Süden weitere Bilder
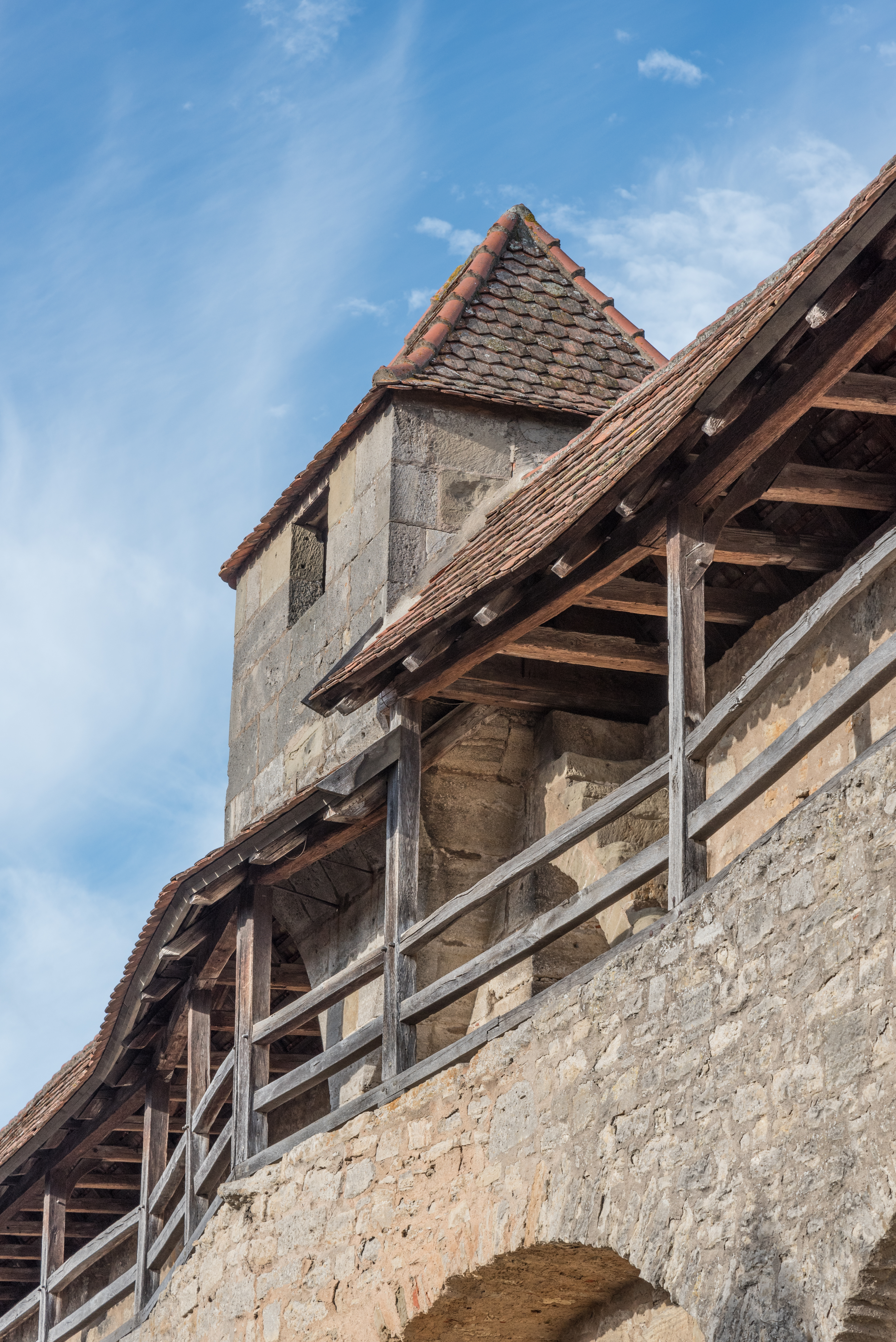
Fürbringerturm, von Osten weitere Bilder
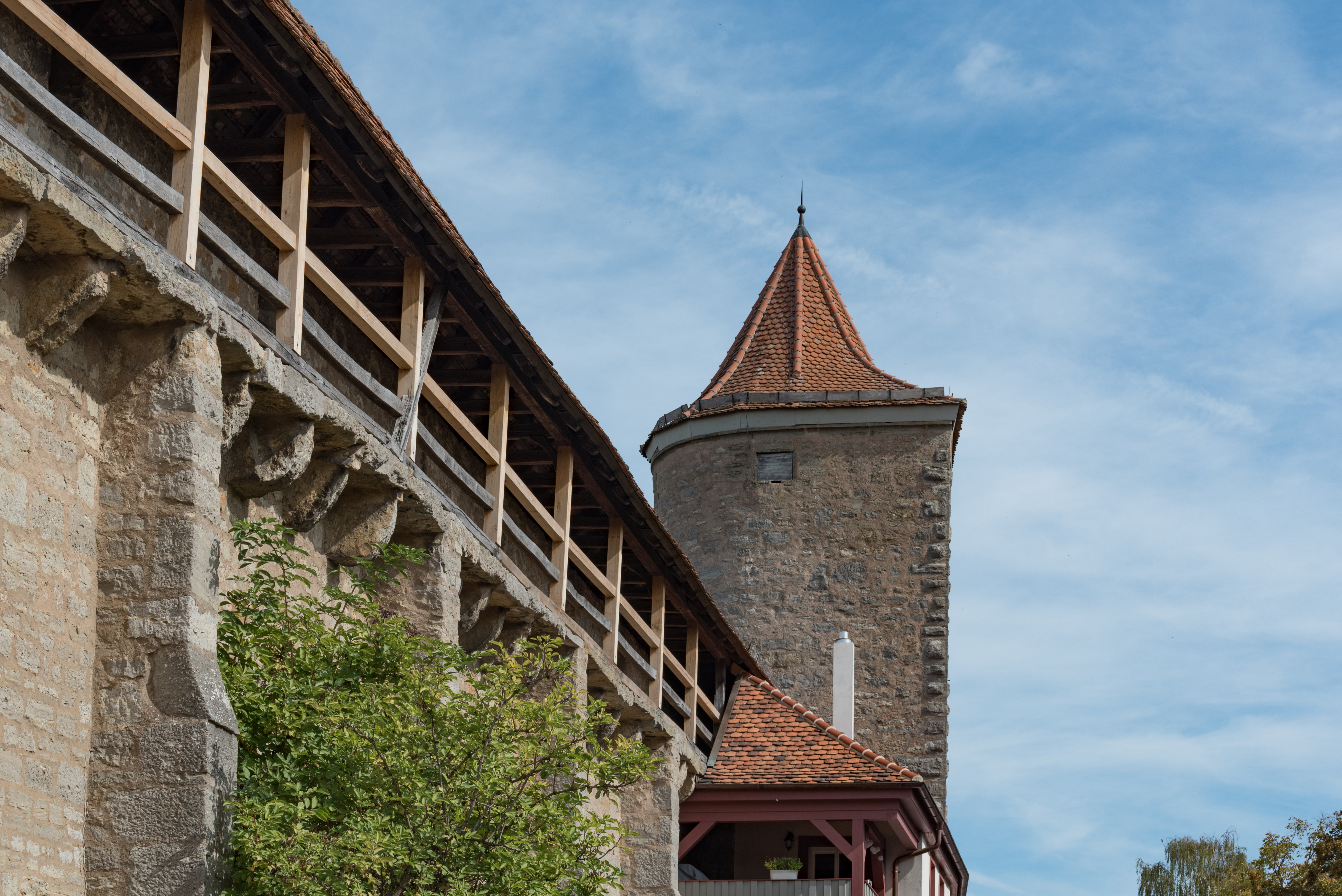
Stadtmauer mit Pulverturm, von Westen weitere Bilder
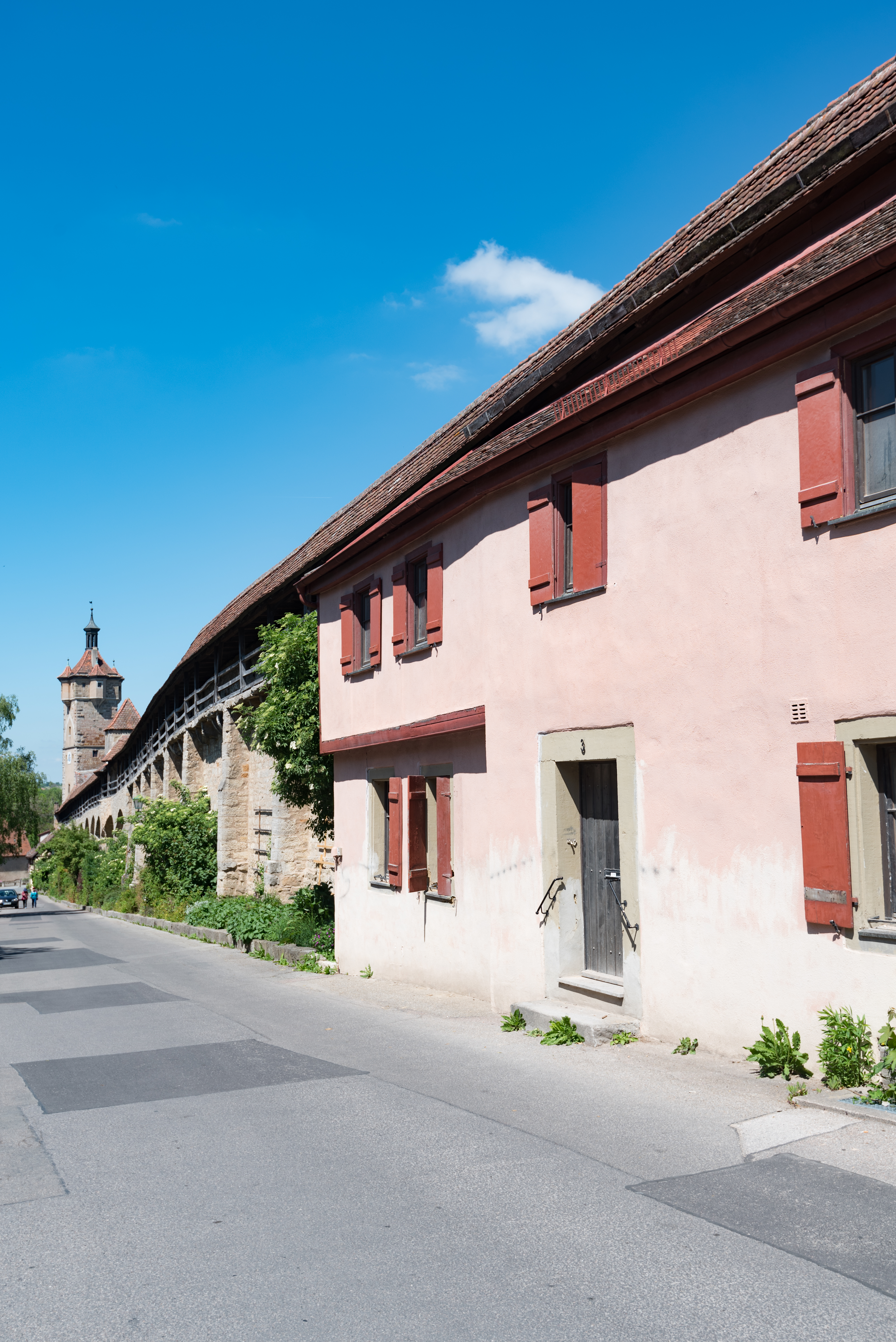
Klingenschütt 3 weitere Bilder
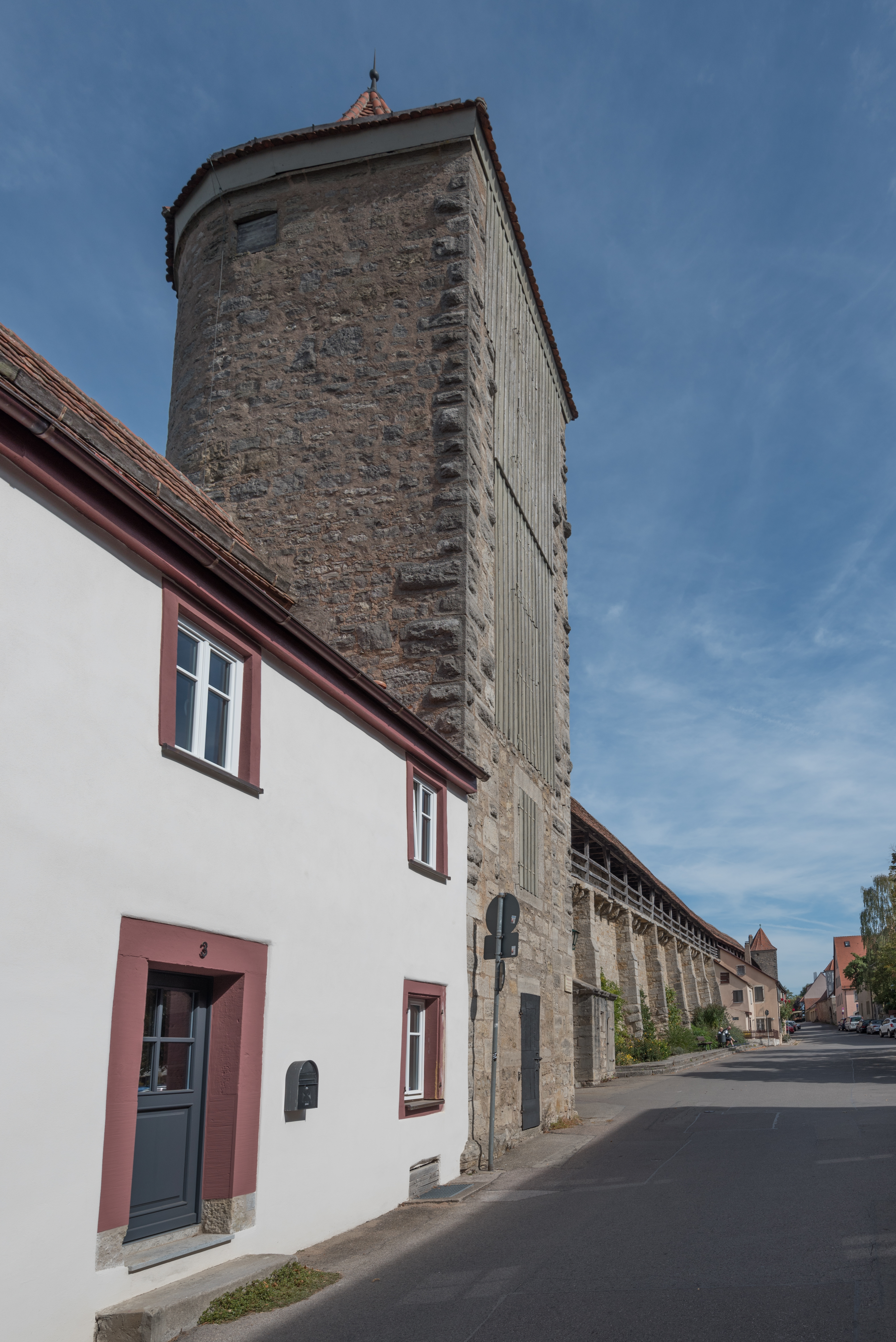
Klingenschütt 3 und der Pulverturm, von Westen weitere Bilder
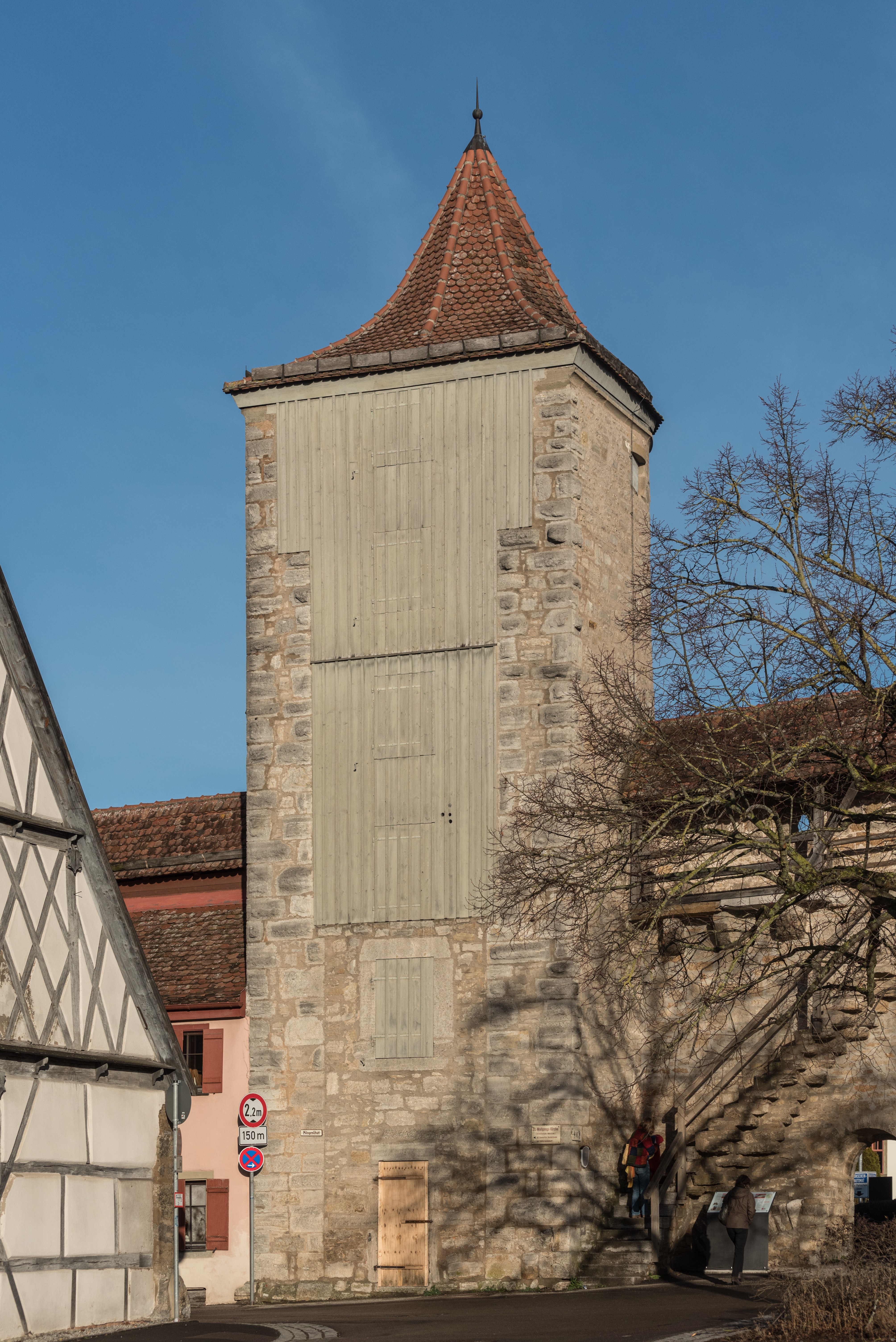
Pulverturm, von Süden weitere Bilder
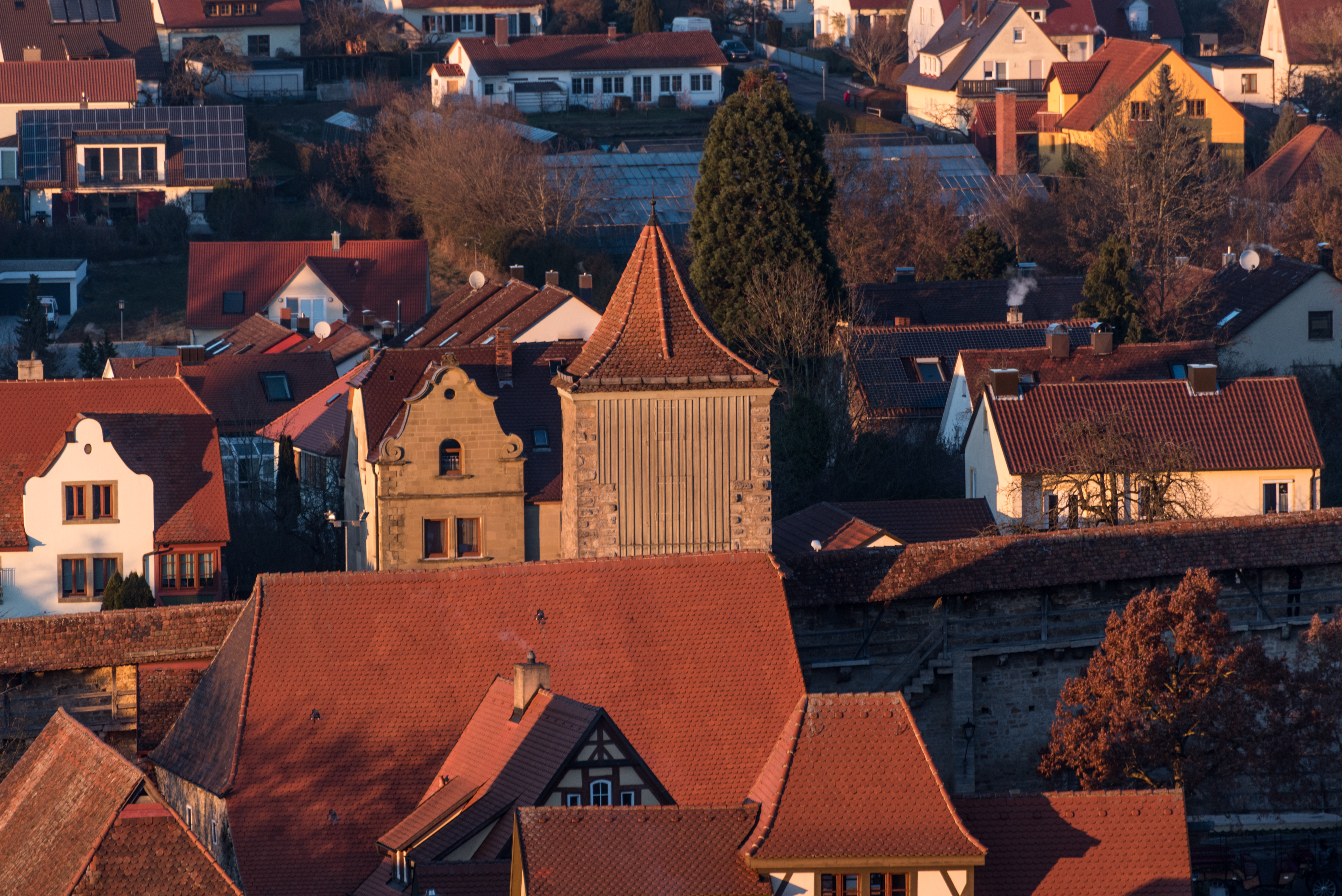
Pulverturm, von Süden, vom Rathausturm weitere Bilder
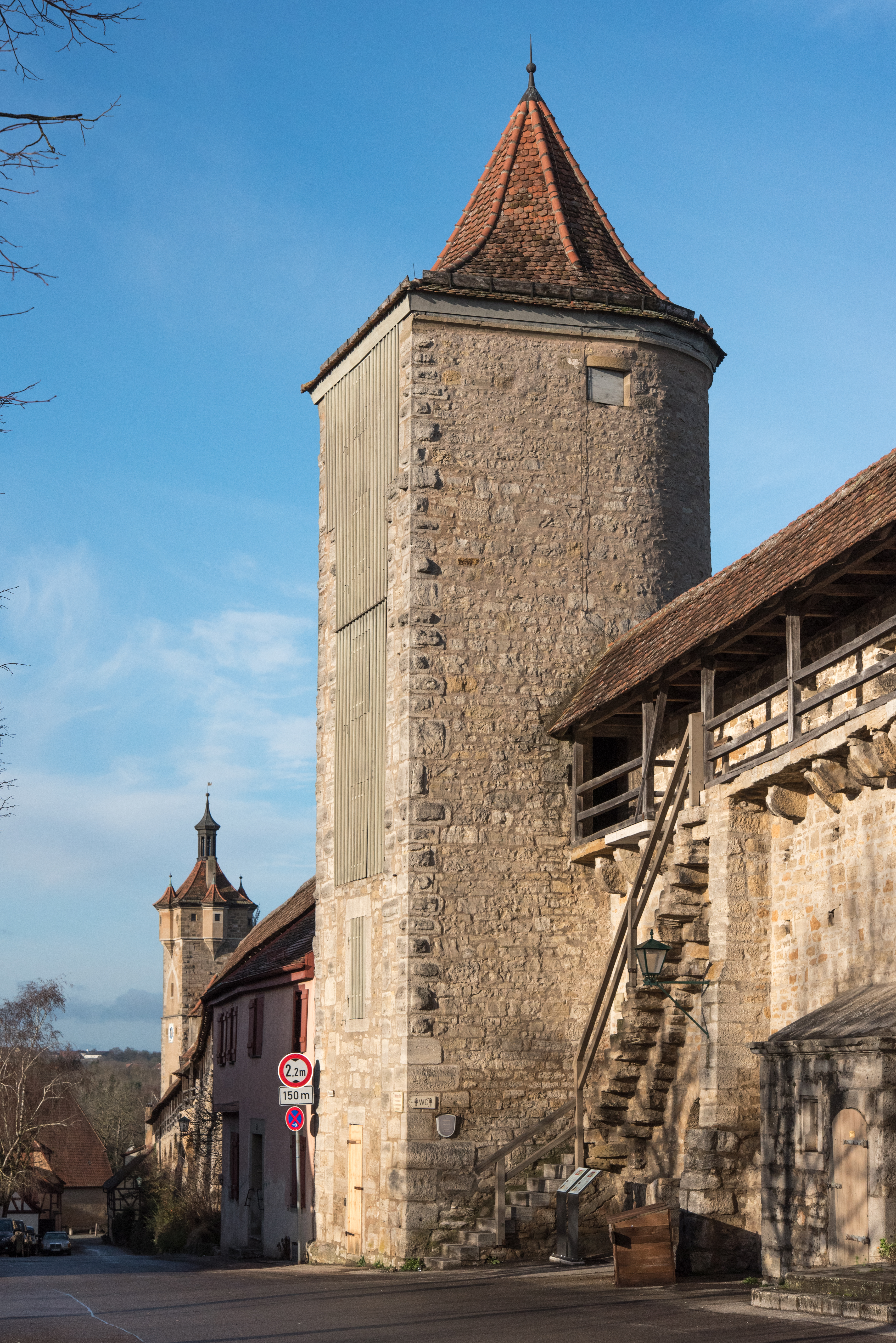
Pulverturm, von Osten weitere Bilder
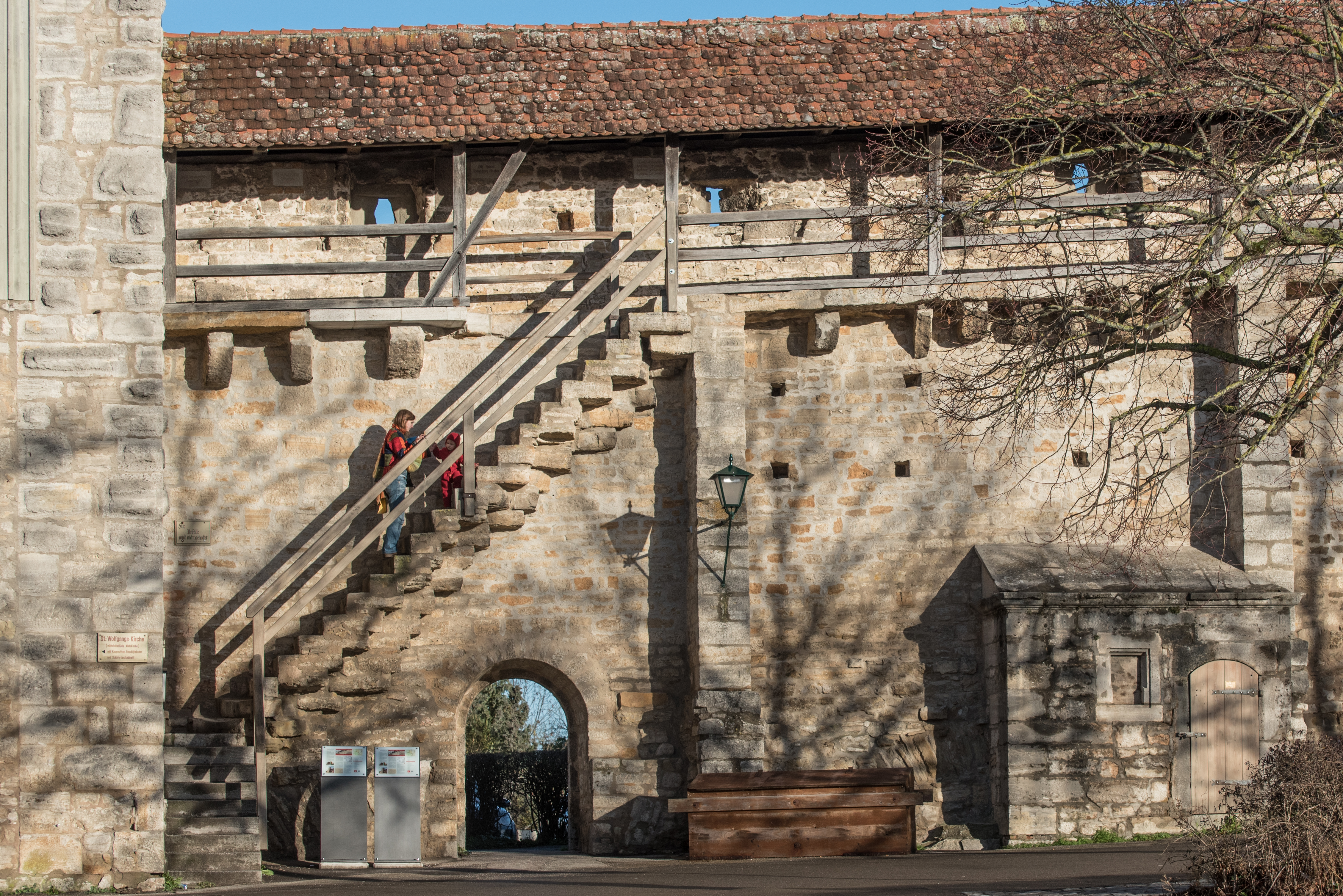
Aufgang am Pulverturm weitere Bilder
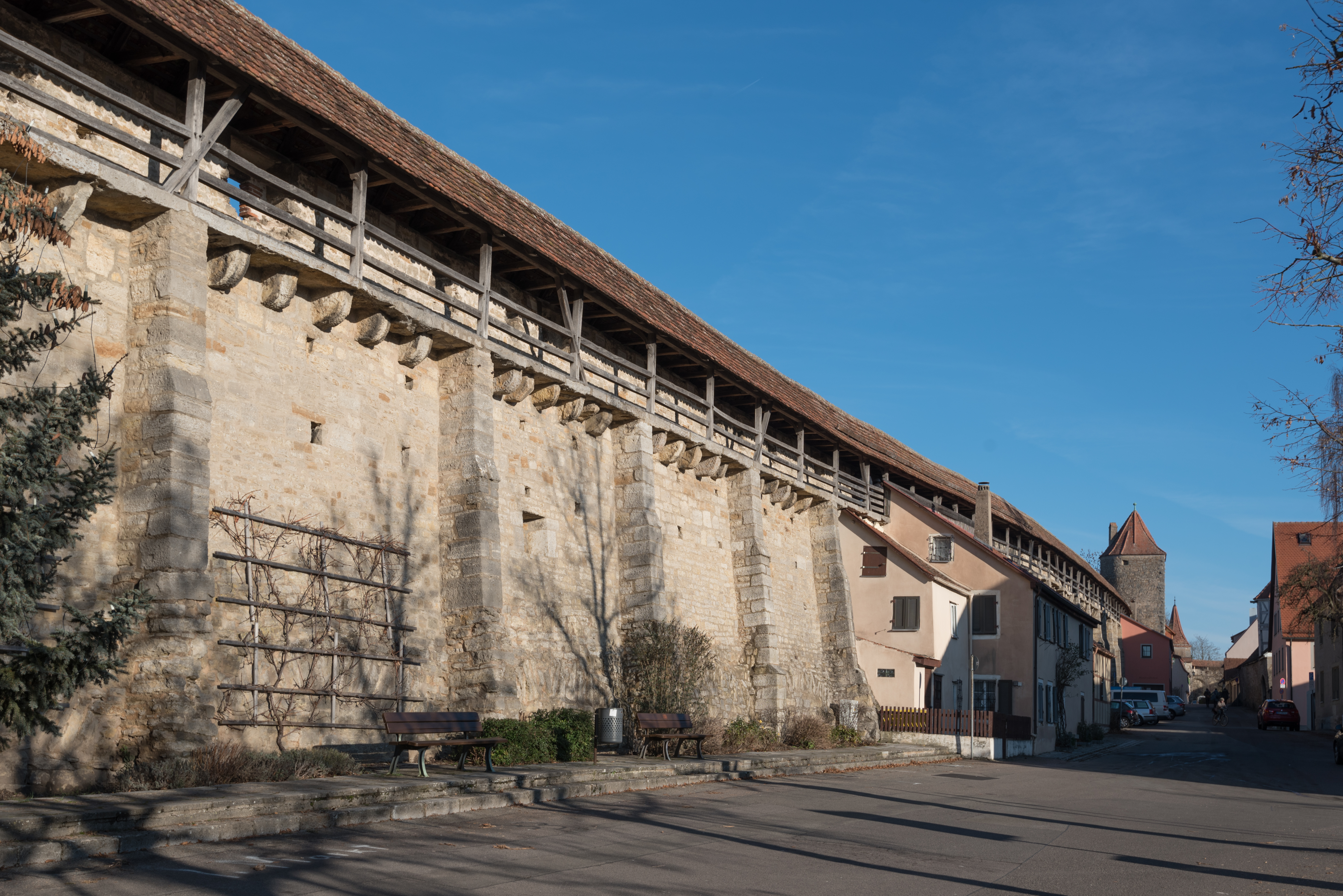
Mauerzug zwischen Pulverturm und Klingenschütt 5 weitere Bilder
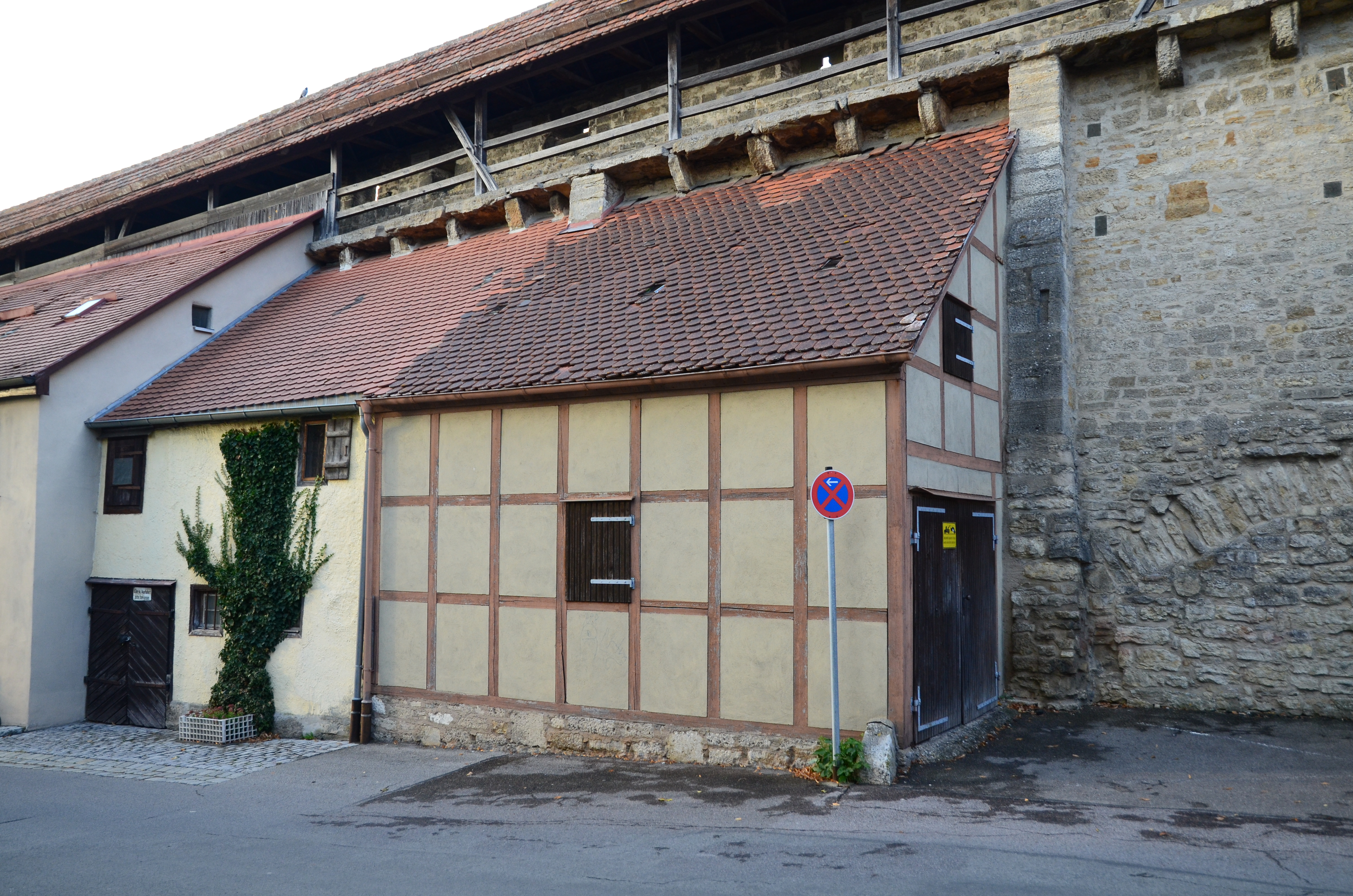
Klingenschütt 5, von Westen weitere Bilder
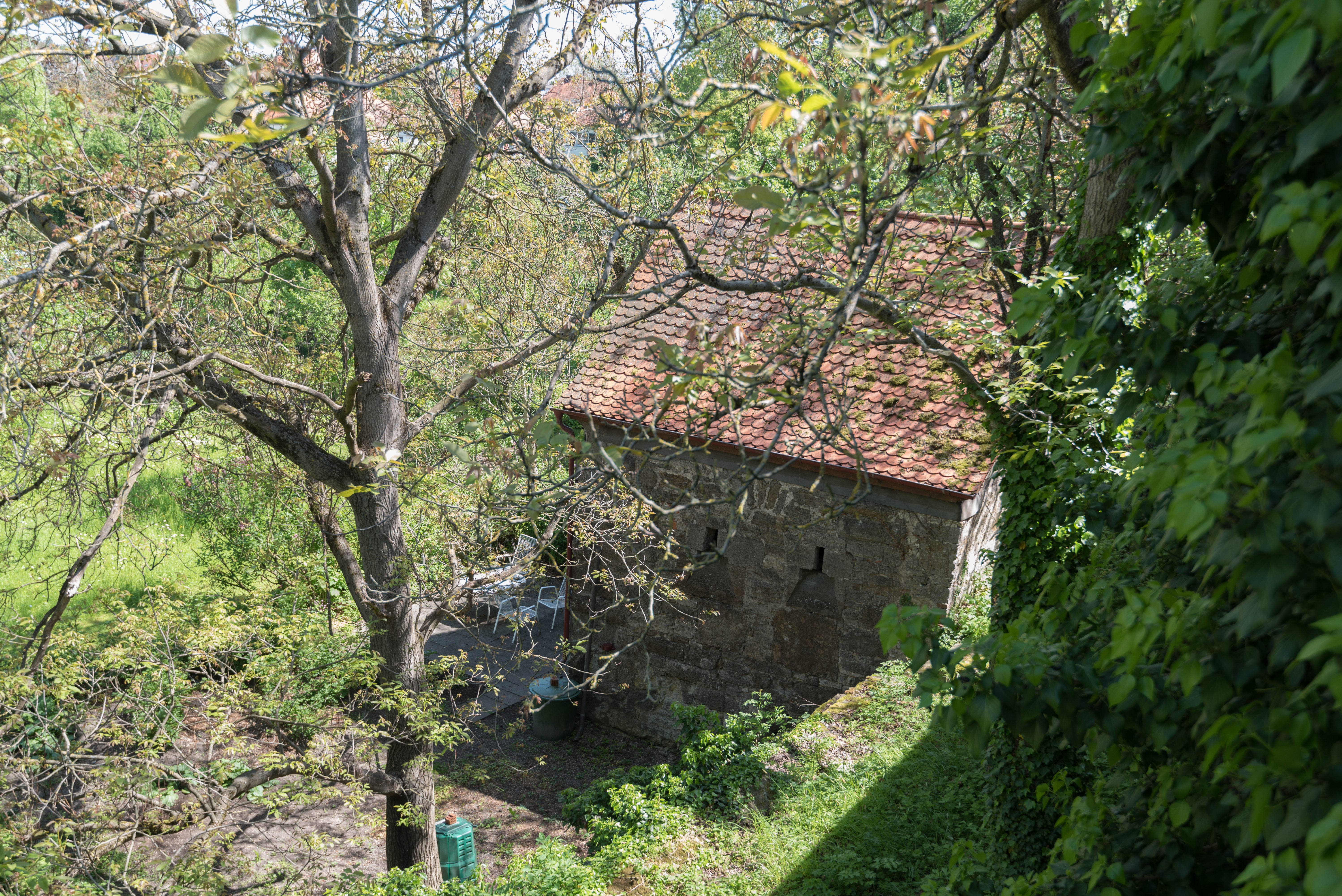
Streichwehr beim Henkersturm, von Westen weitere Bilder
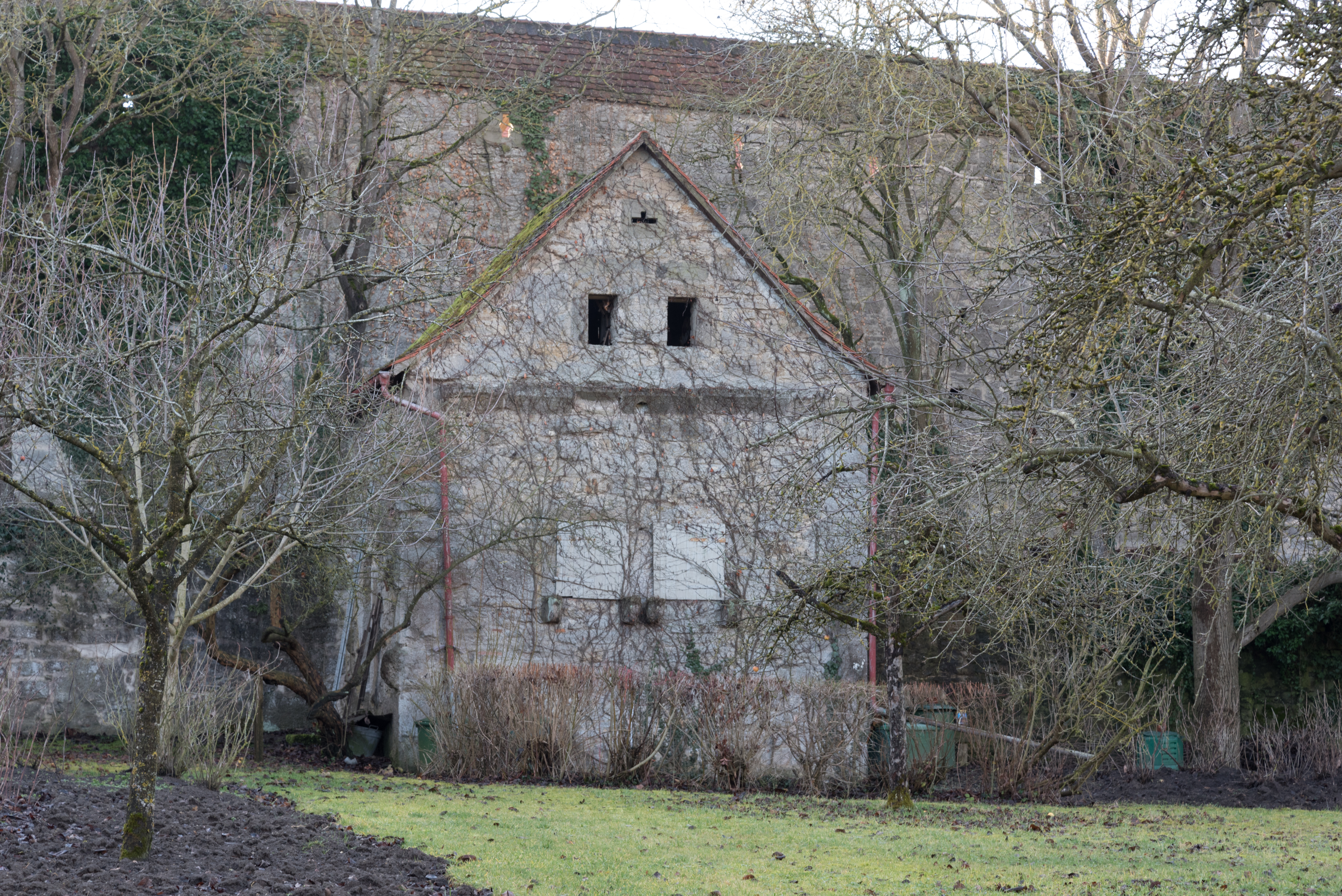
Streichwehr beim Henkersturm, von Norden weitere Bilder
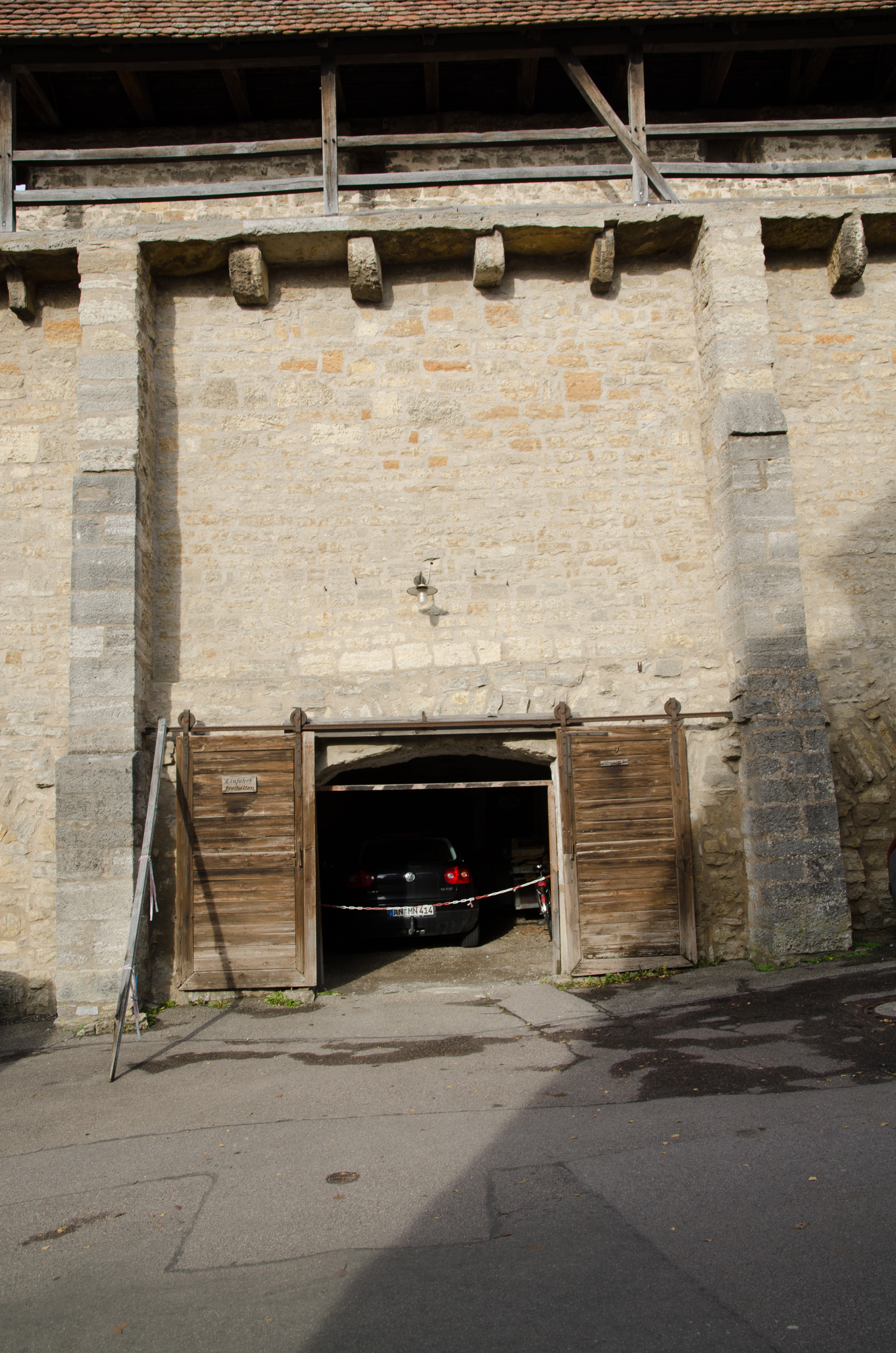
Mauerdurchlass bei Klingenschütt 7 weitere Bilder
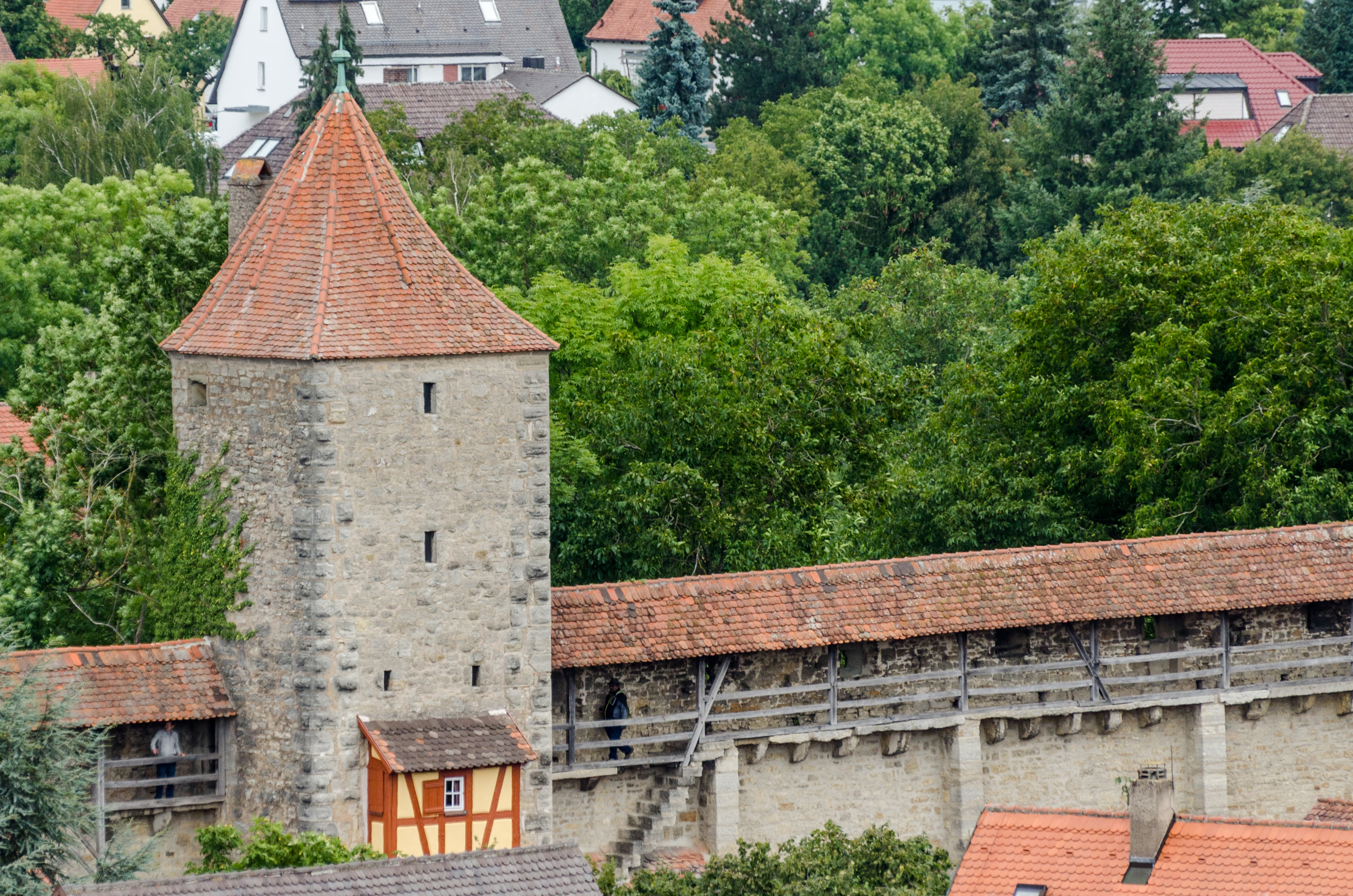
Henkersturm, von Süden, vom Rathaus weitere Bilder
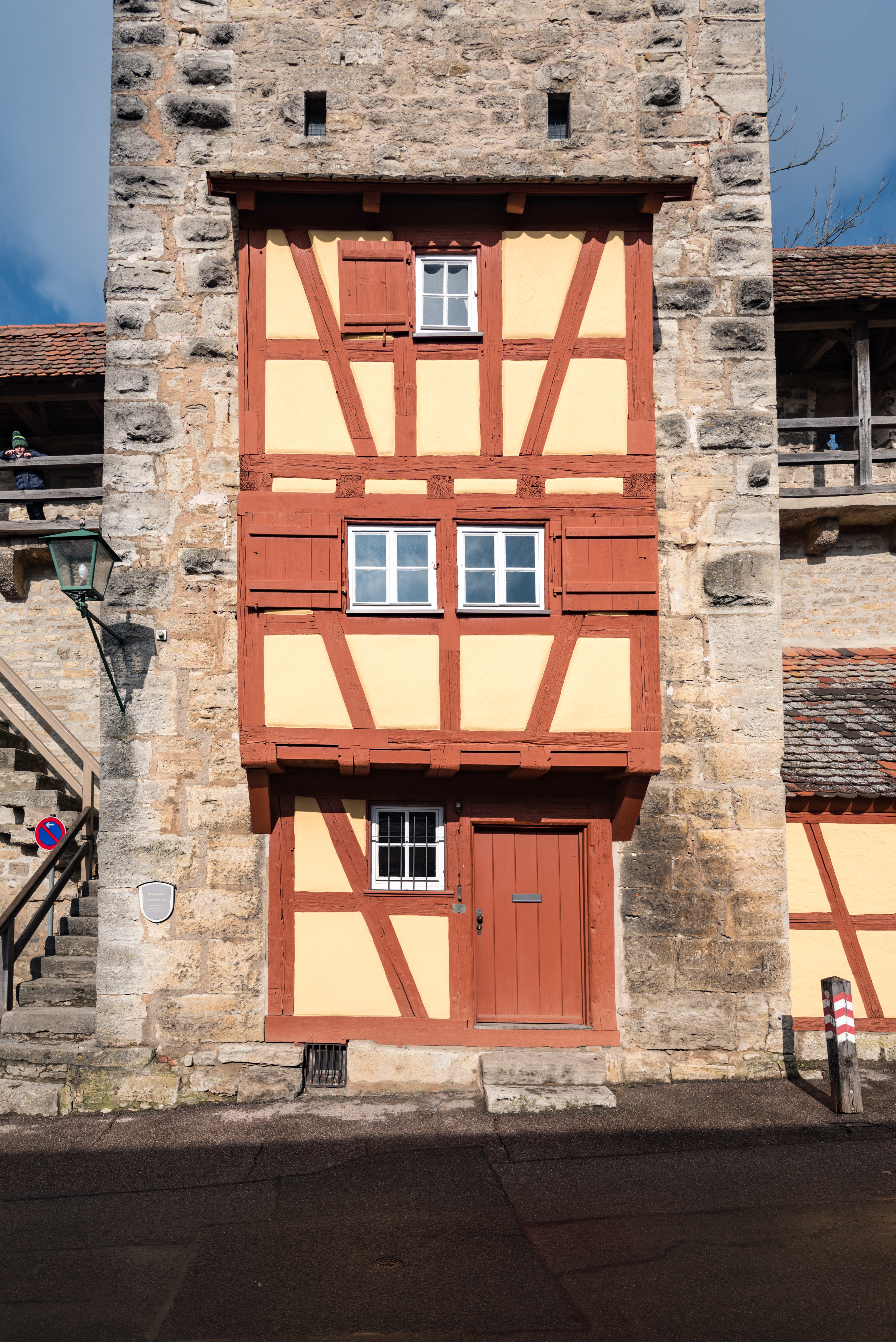
Henkersturm, von Süden weitere Bilder
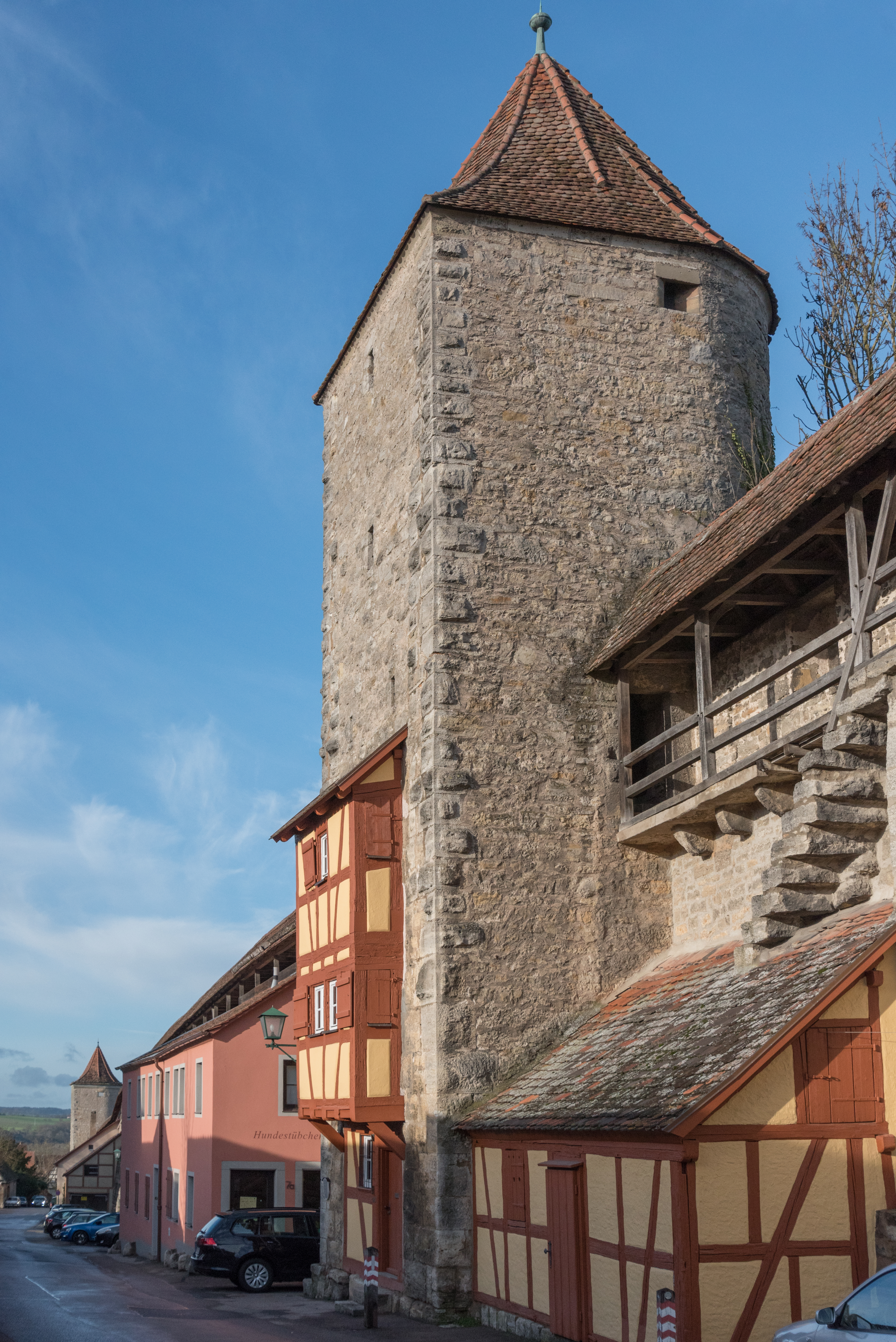
Henkersturm, von Süden, von Osten weitere Bilder
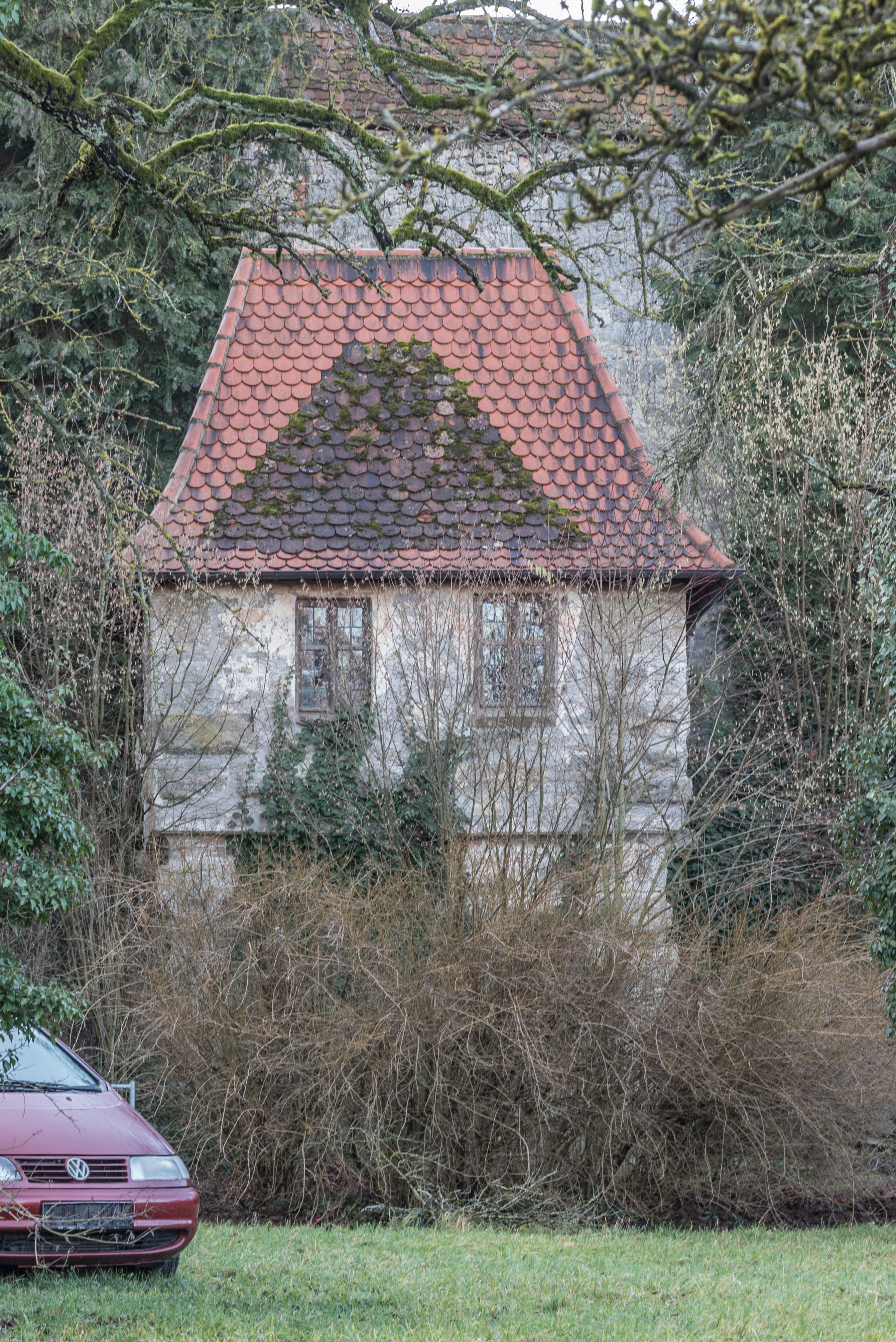
Streichwehr zwischen Henkersturm und Kummereck weitere Bilder
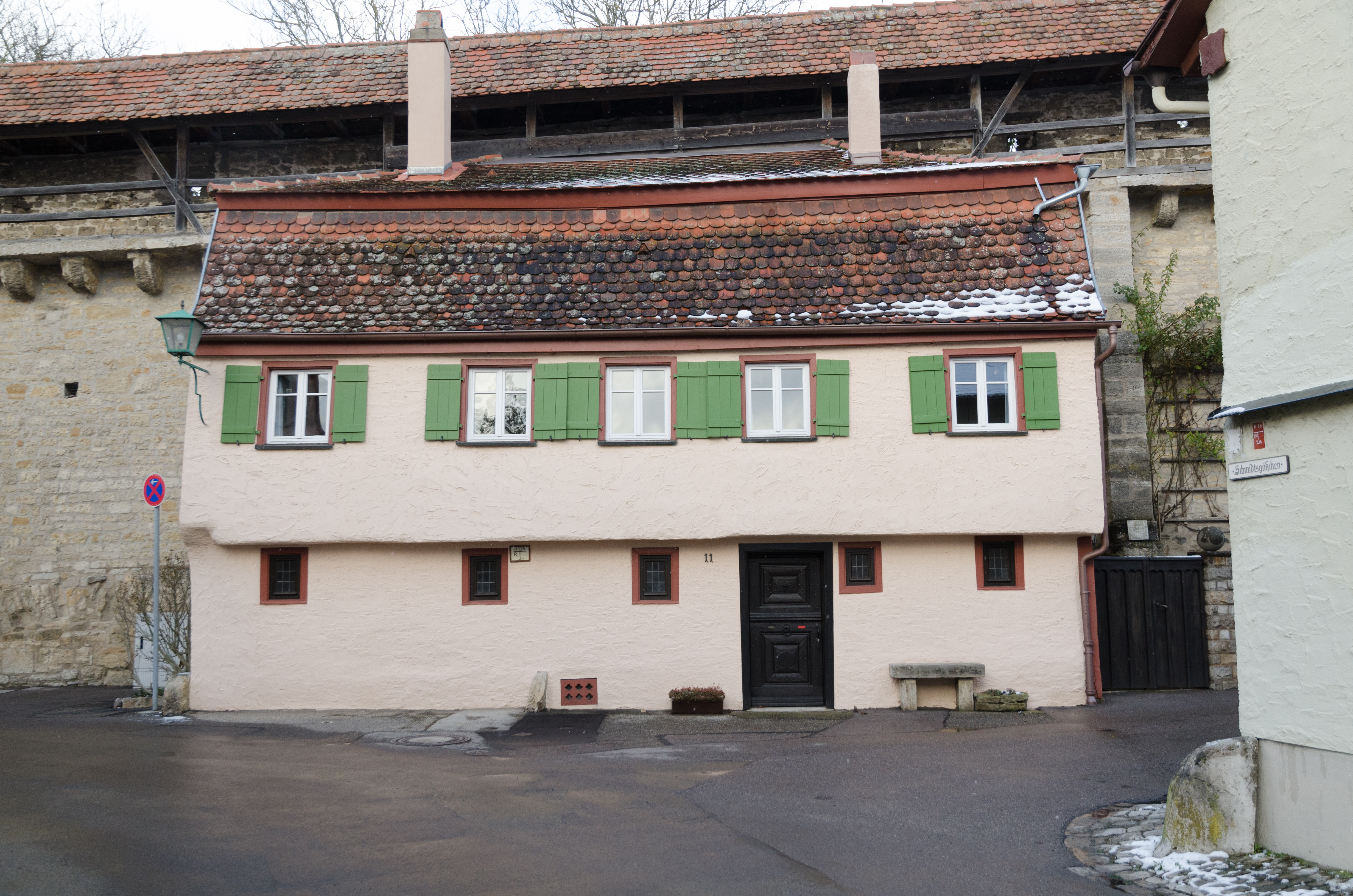
Klingenschütt 11 weitere Bilder
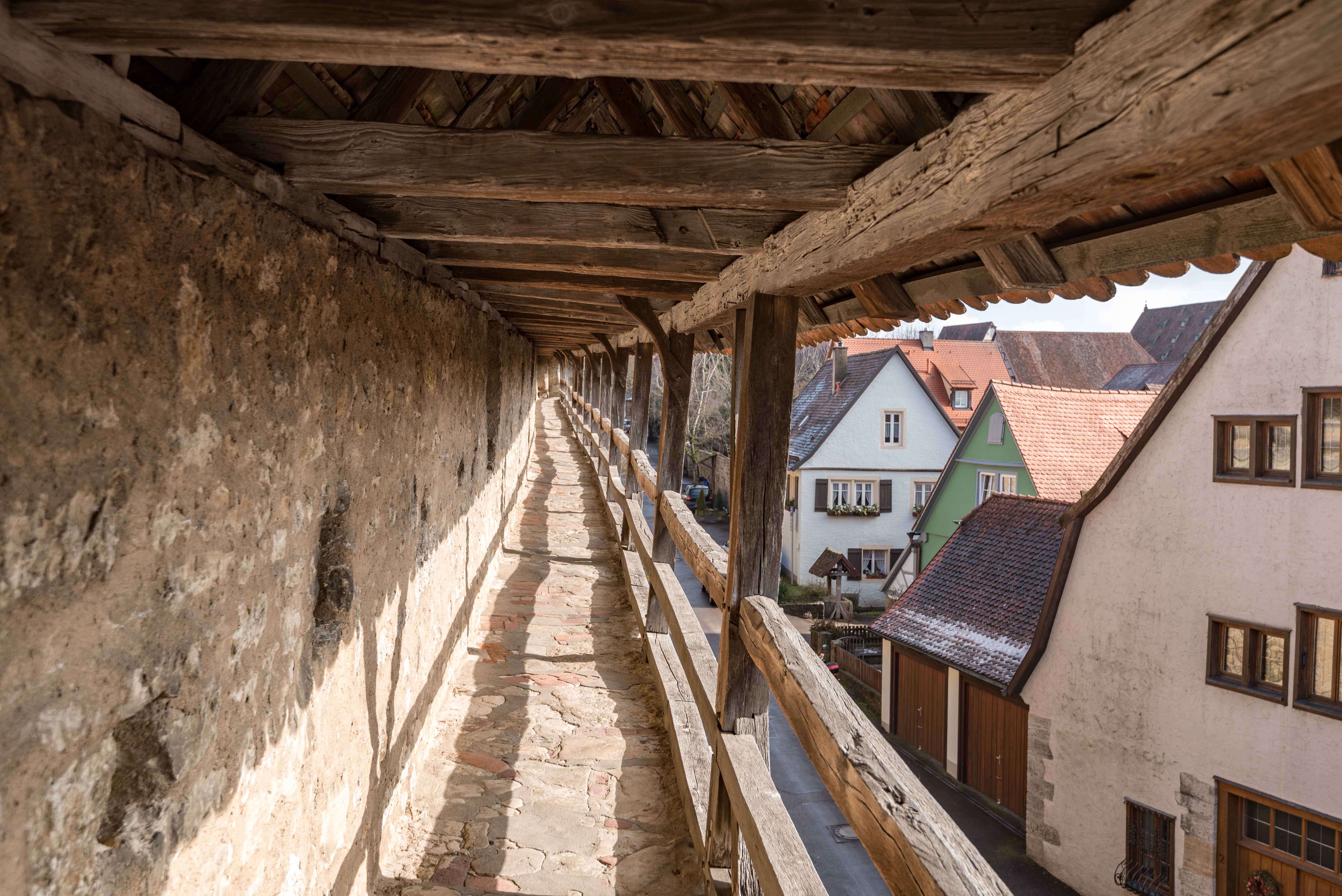
Wehrgang nach Osten weitere Bilder
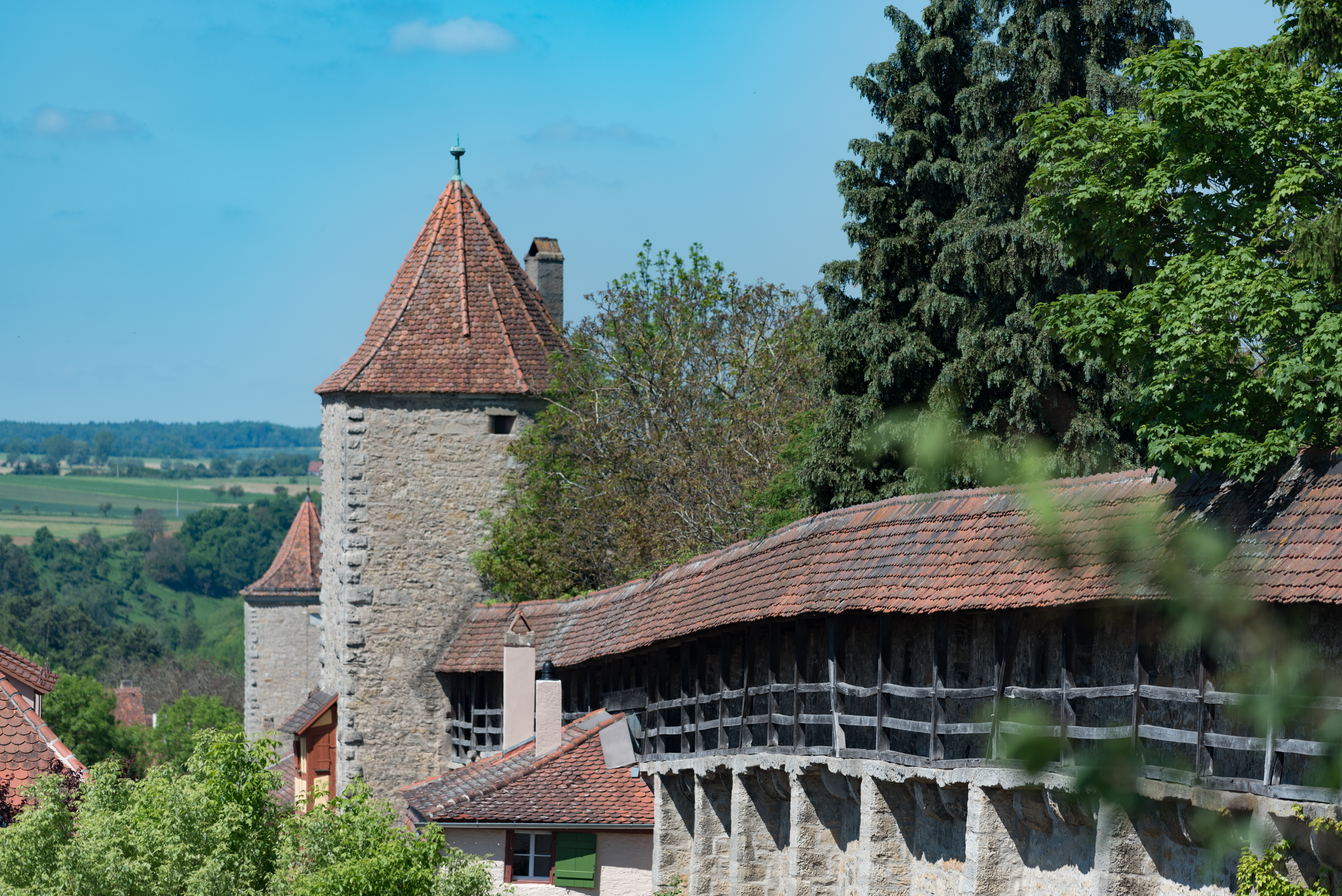
Henkersturm und Mauerzug, von Osten weitere Bilder
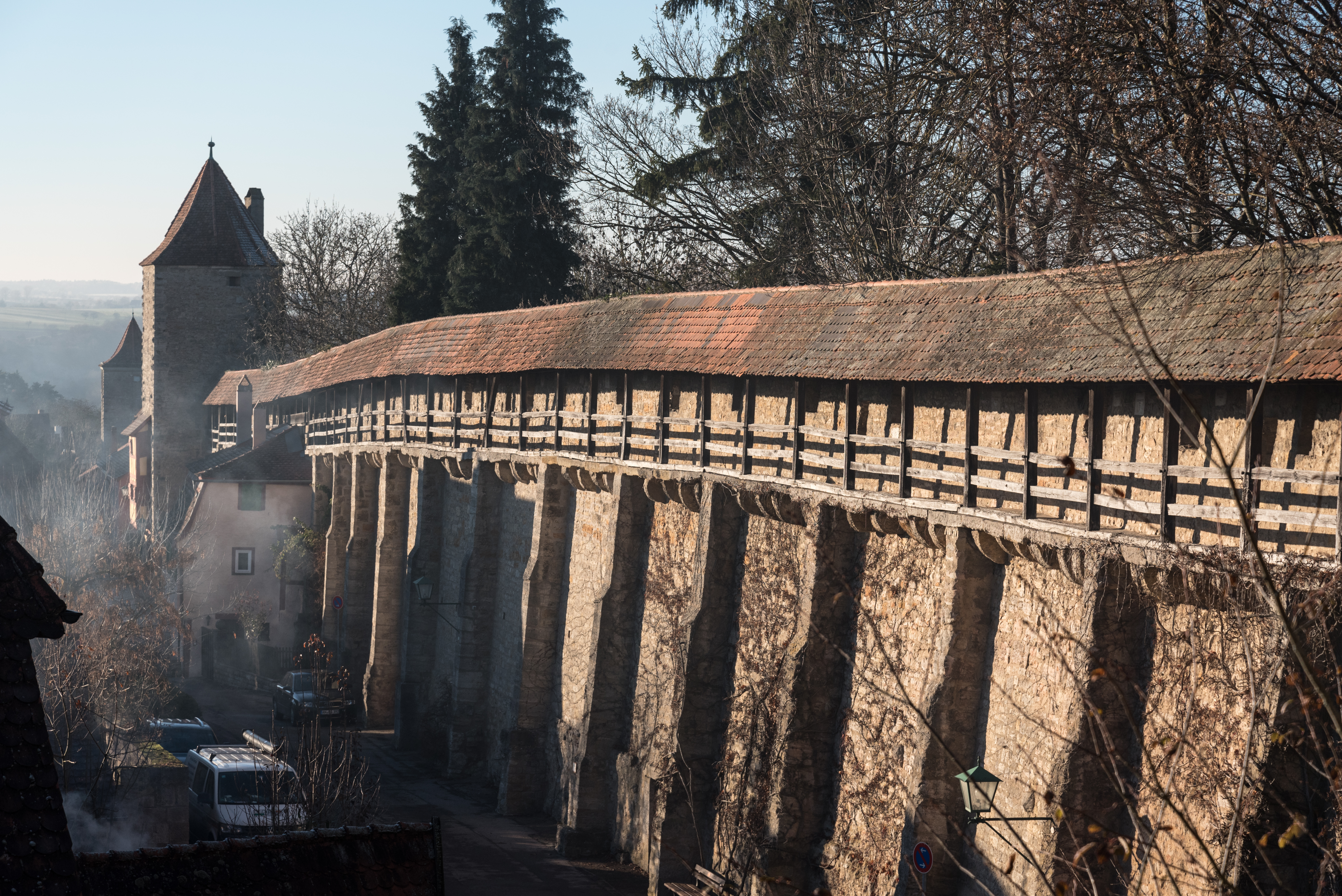
Henkersturm und Mauerzug, von Osten weitere Bilder
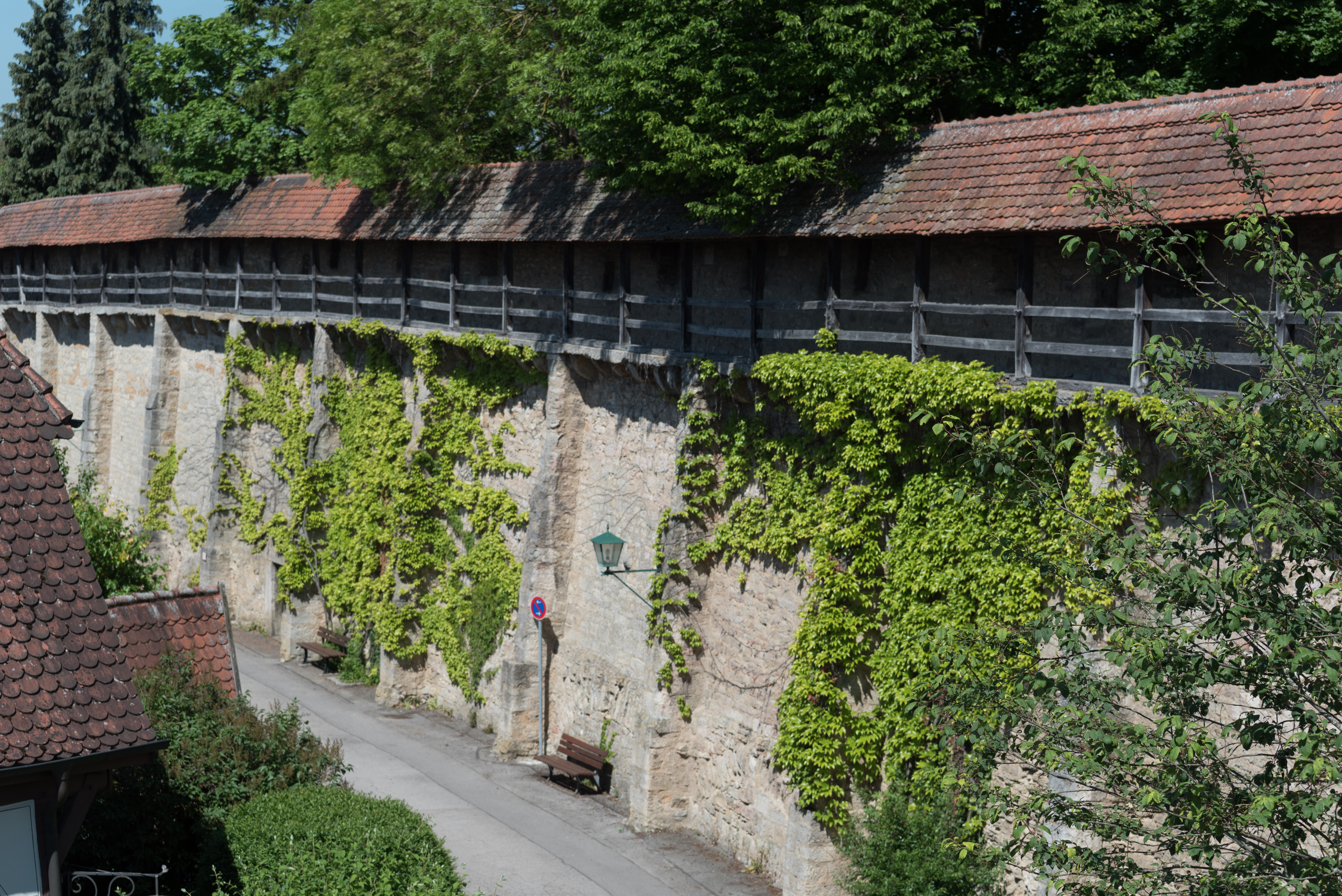
Mauerzug, von Osten weitere Bilder
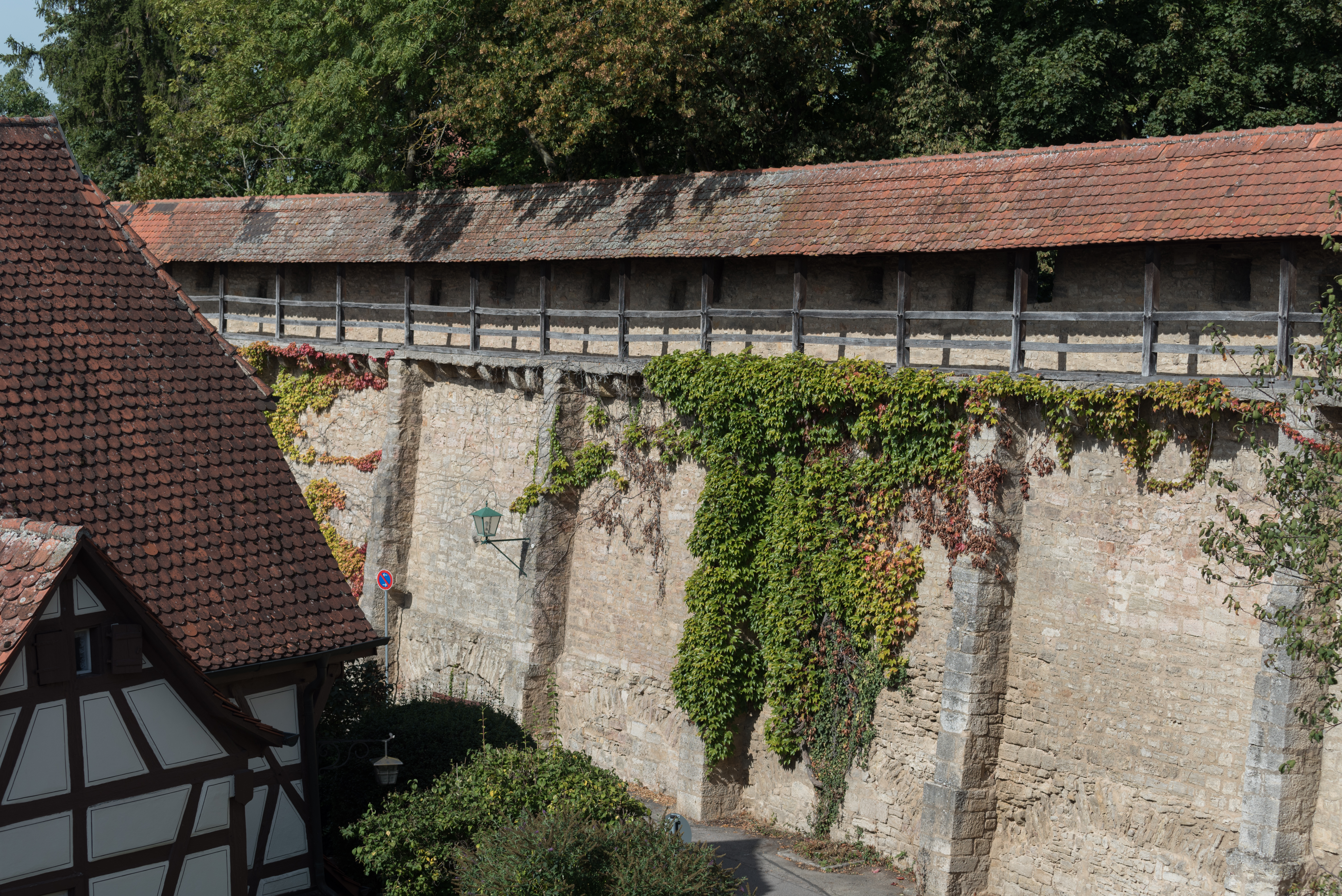
Mauerzug westlich des Kummerecks weitere Bilder
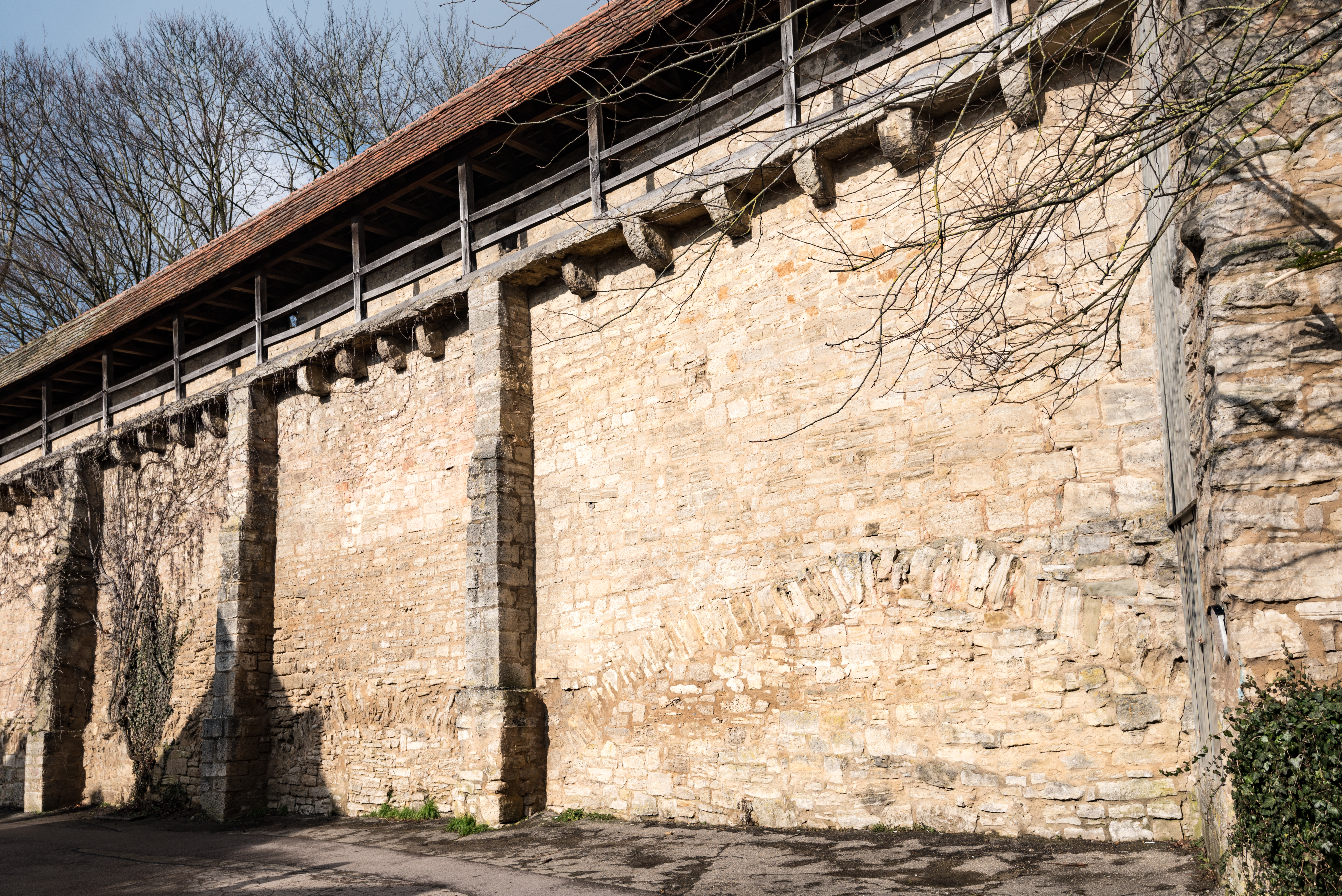
Mauerzug westlich des Kummerecks weitere Bilder
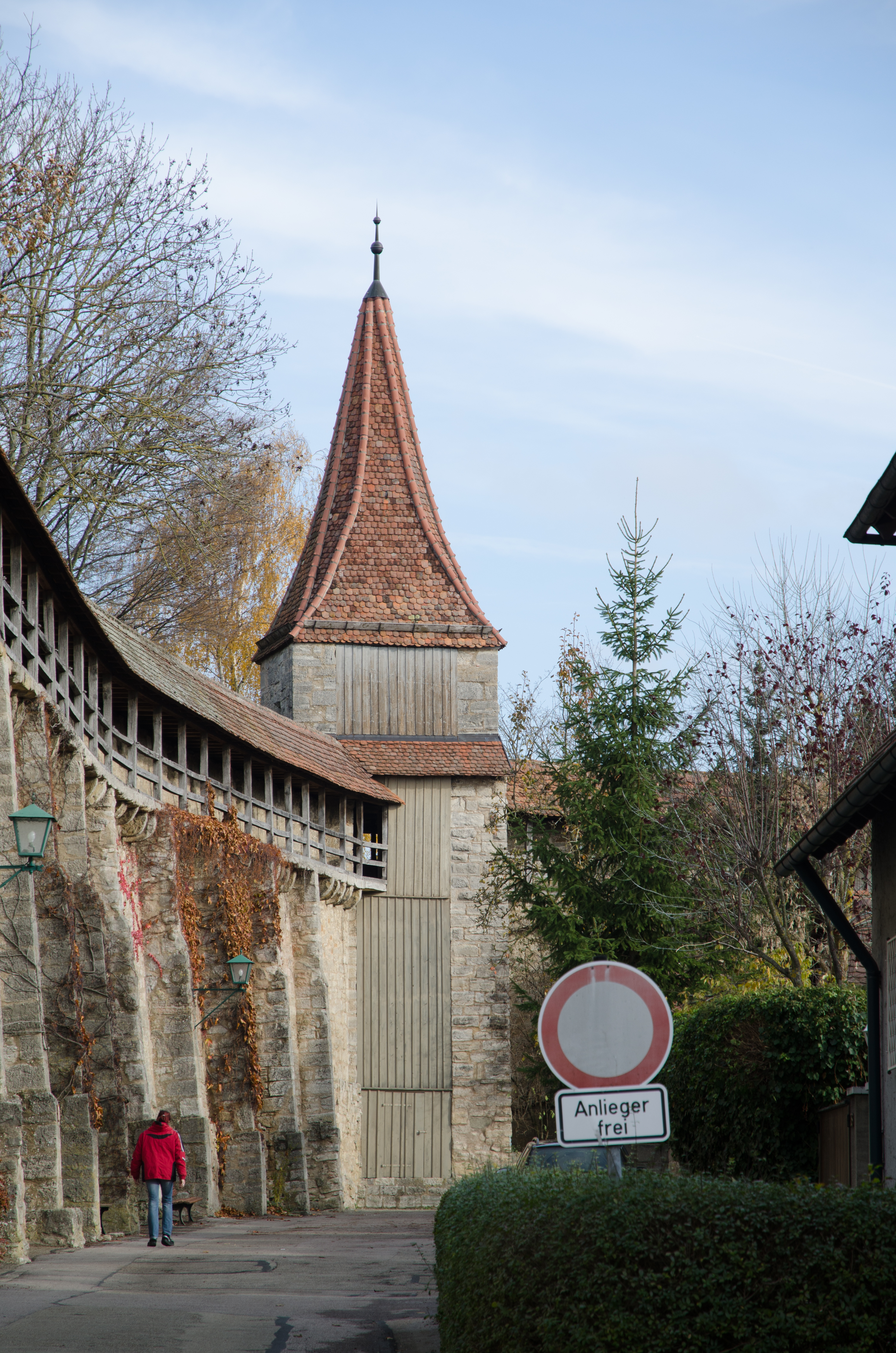
Mauerzug westlich des Kummerecks, von Westen weitere Bilder
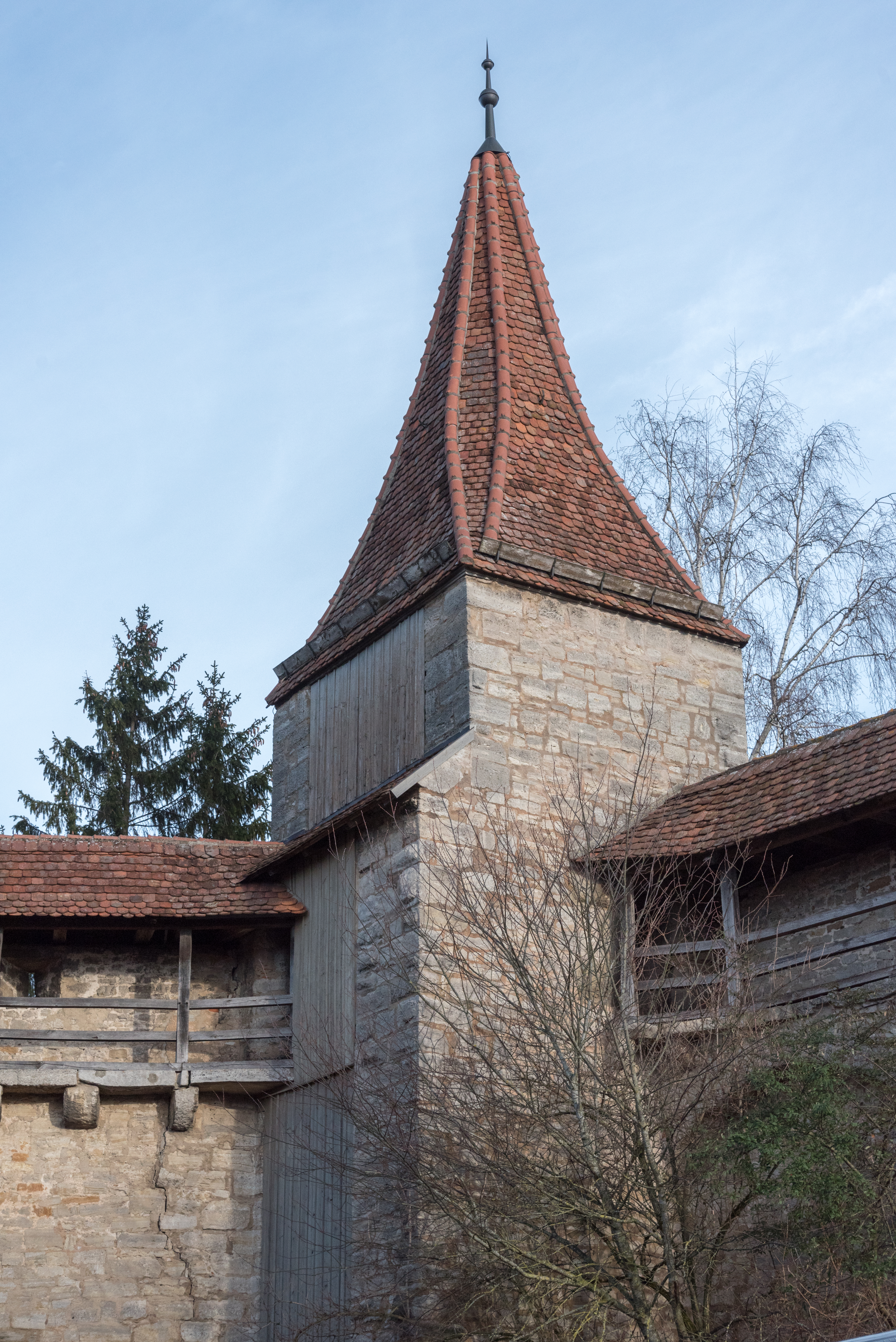
Kummereck, von Westen weitere Bilder
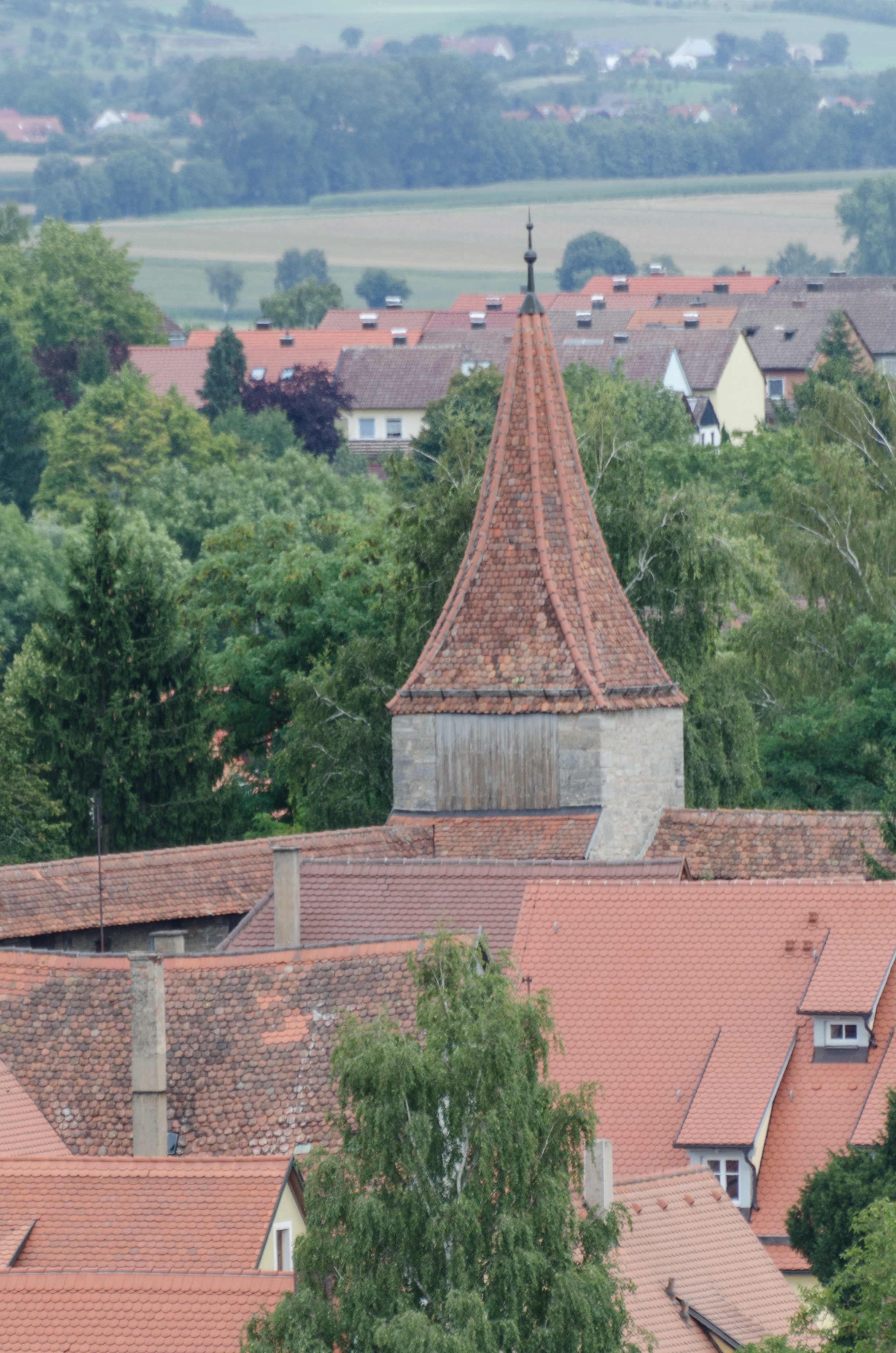
Kummereck, von Südwesten, vom Rathausturm weitere Bilder
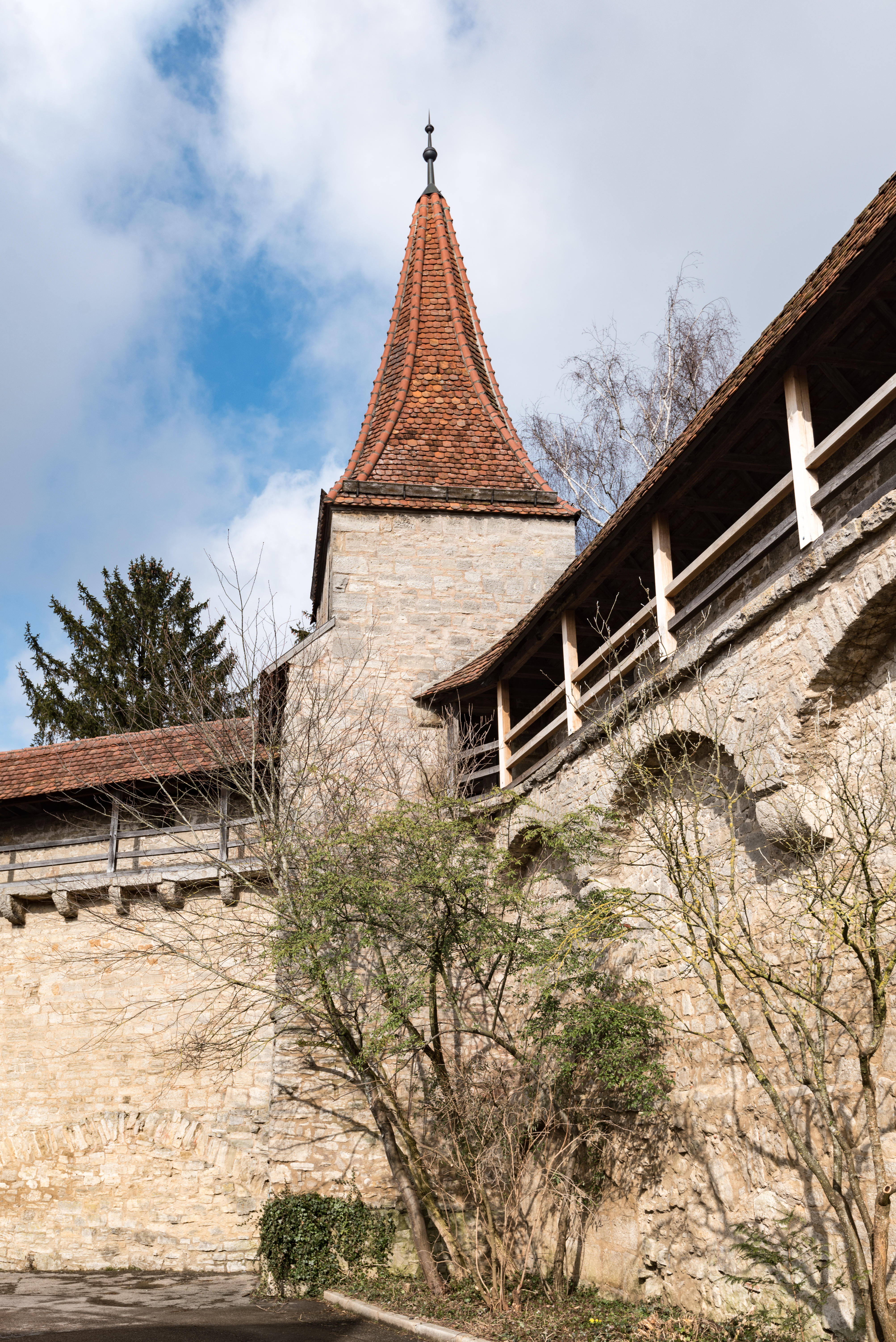
Kummereck, von Süden weitere Bilder
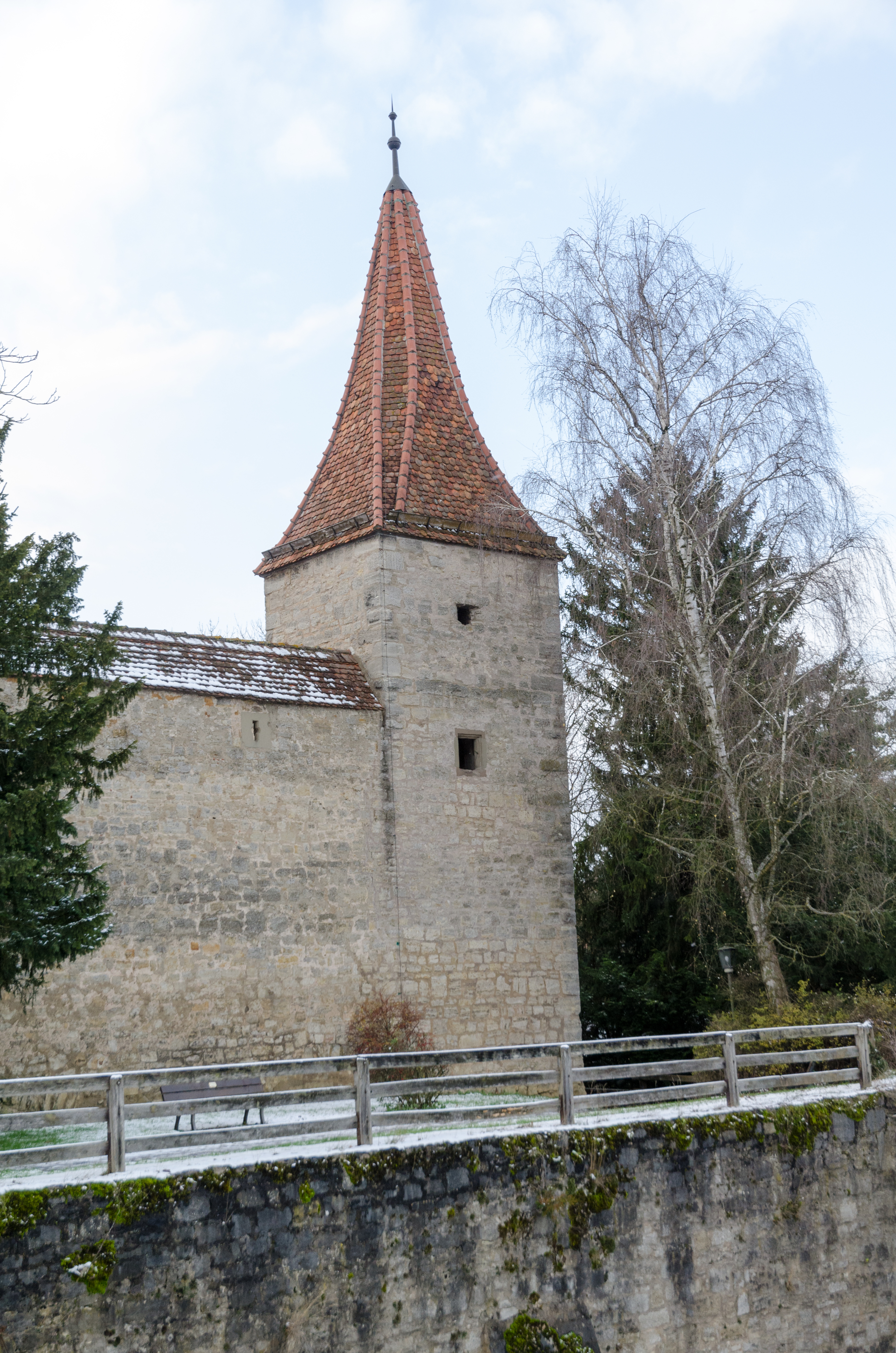
Kummereck, von Osten, Feldseite weitere Bilder
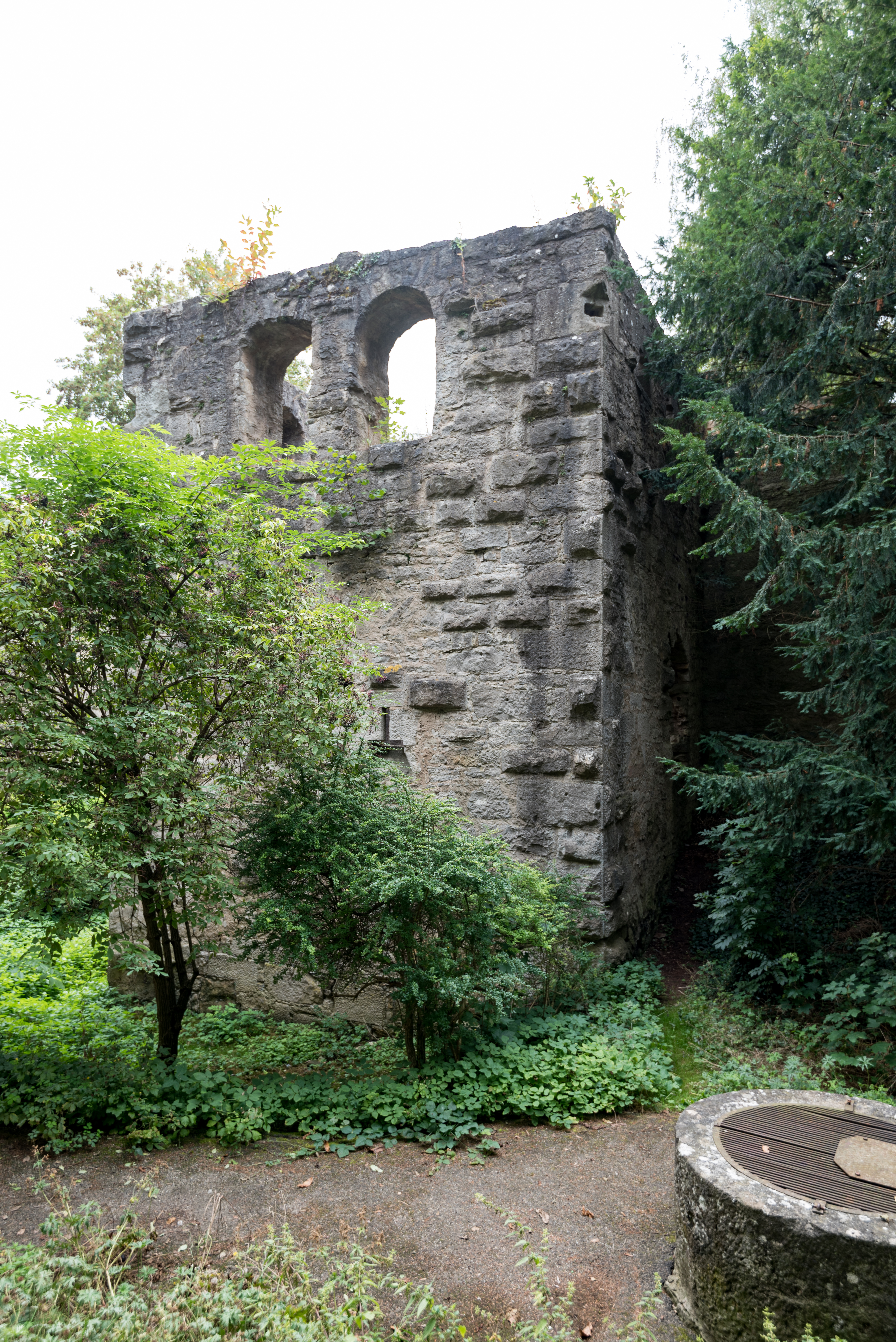
Ganserturm von Nordosten weitere Bilder
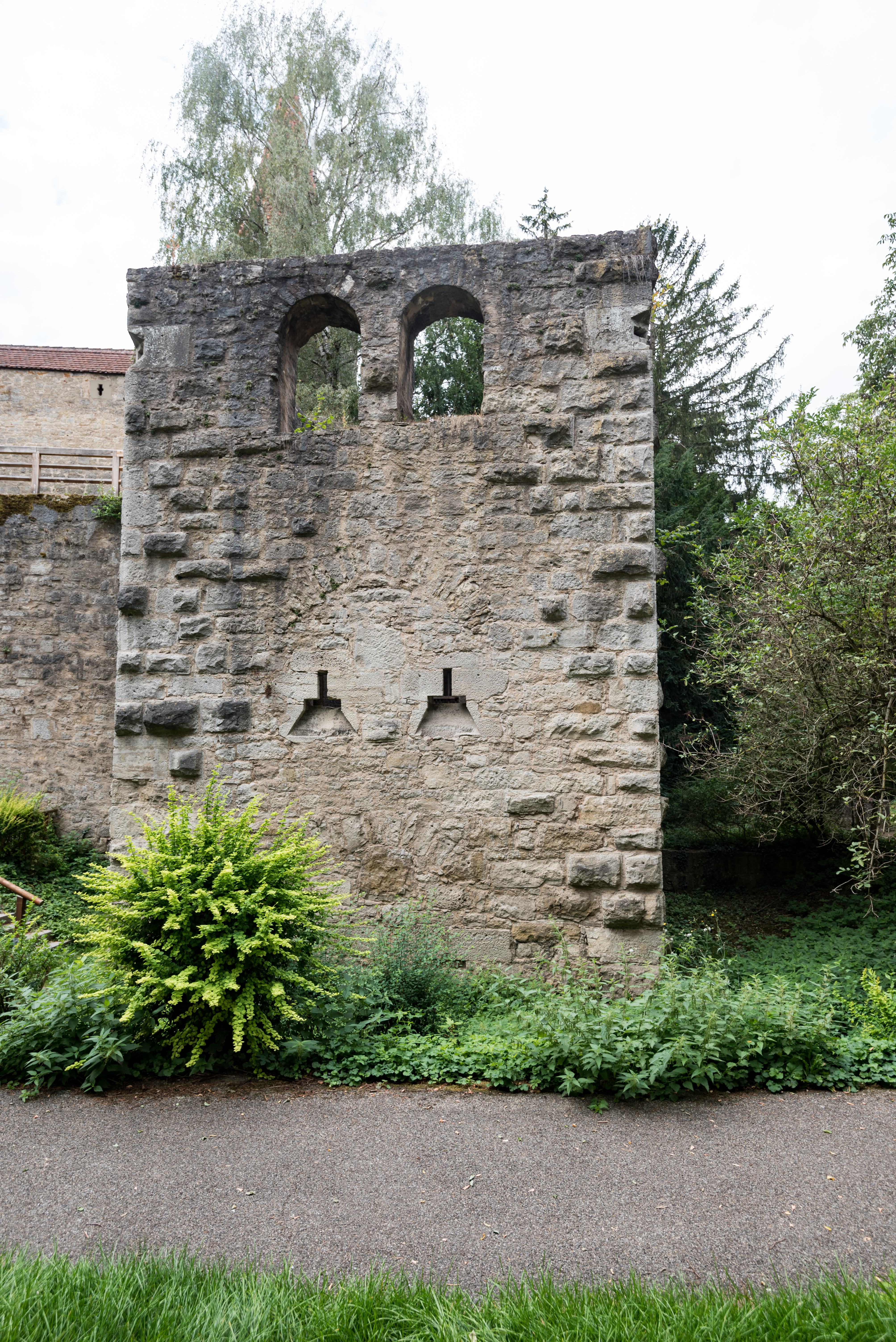
Ganserturm von Osten weitere Bilder
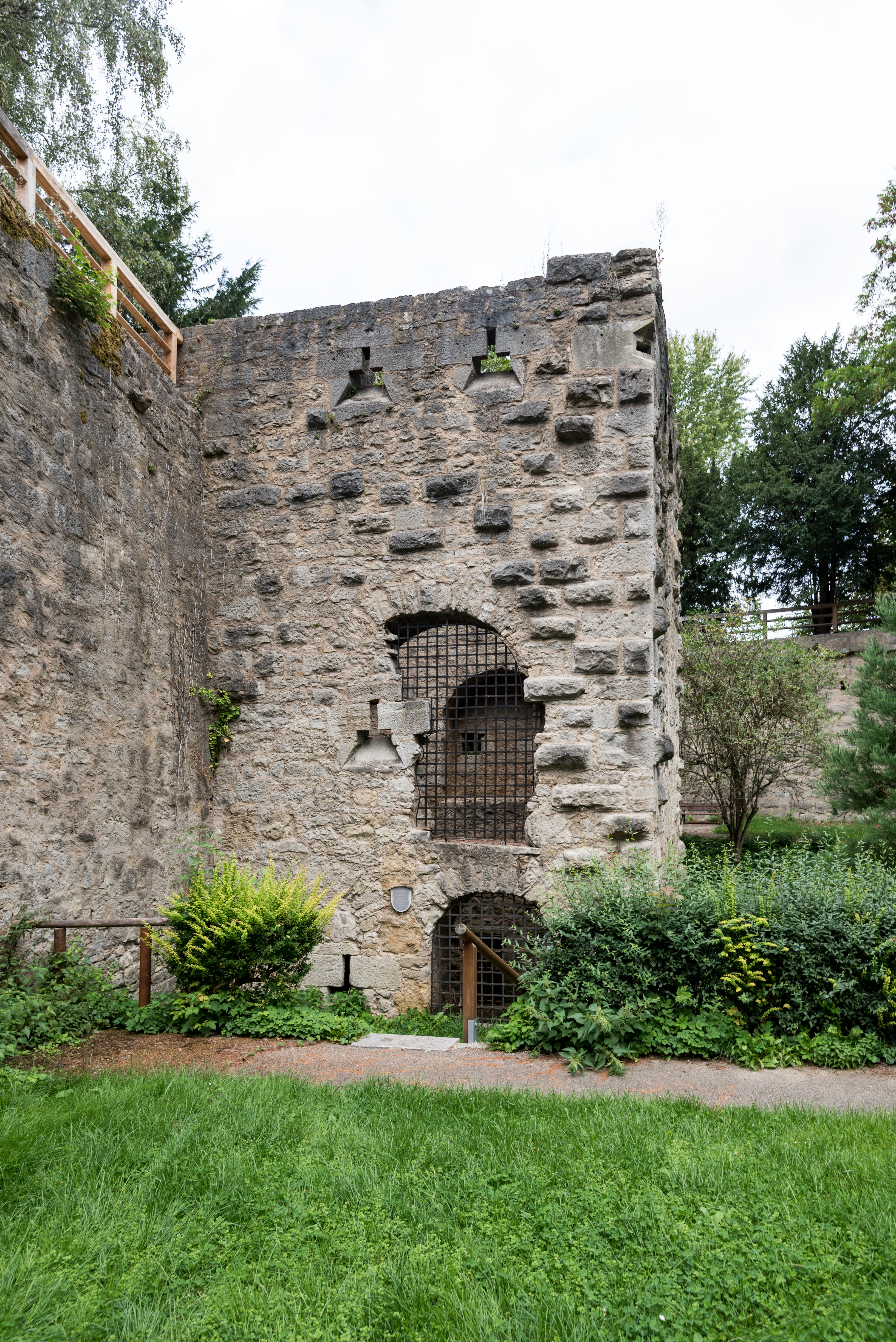
Ganserturm von Süden weitere Bilder
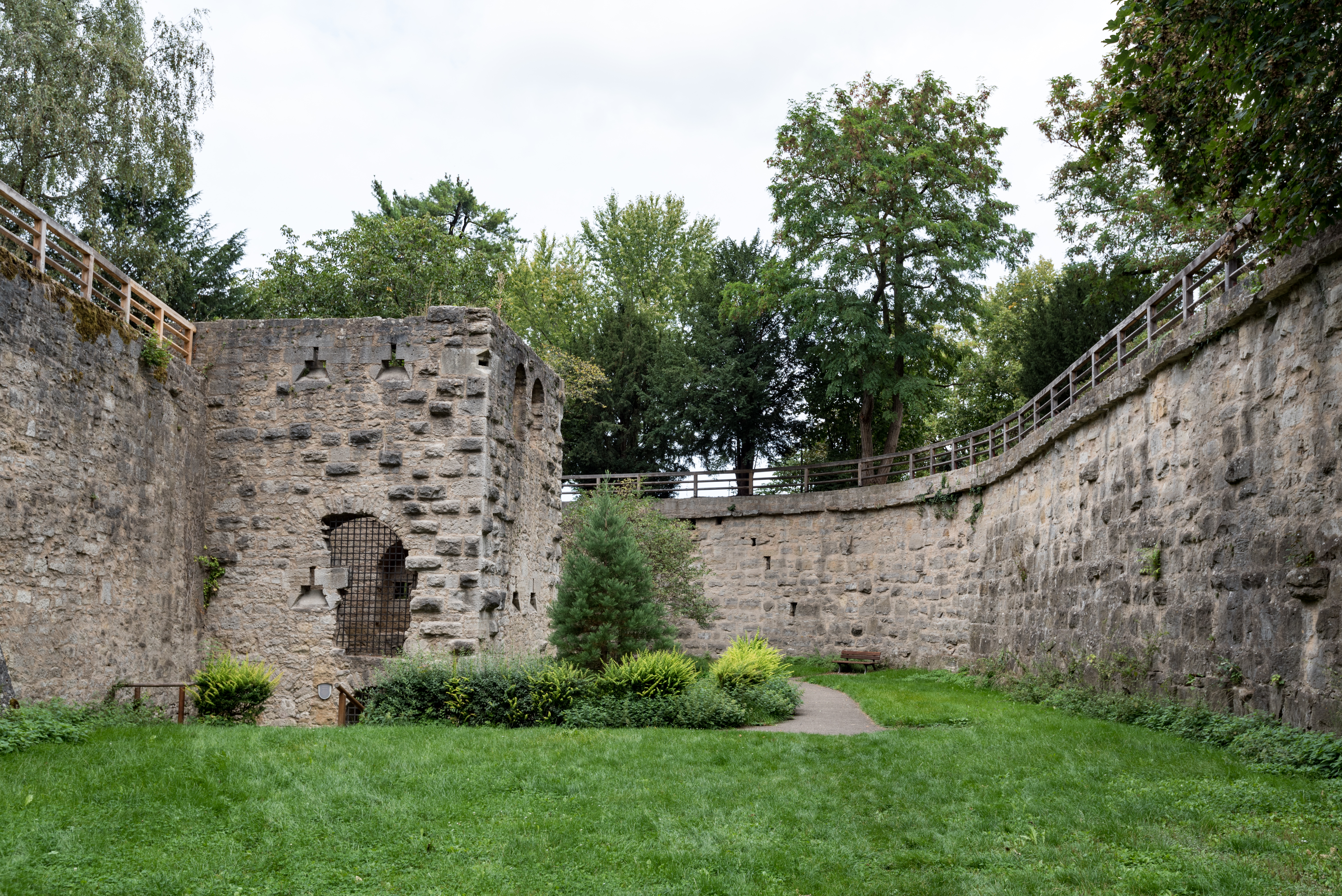
Ganserturm von Süden weitere Bilder
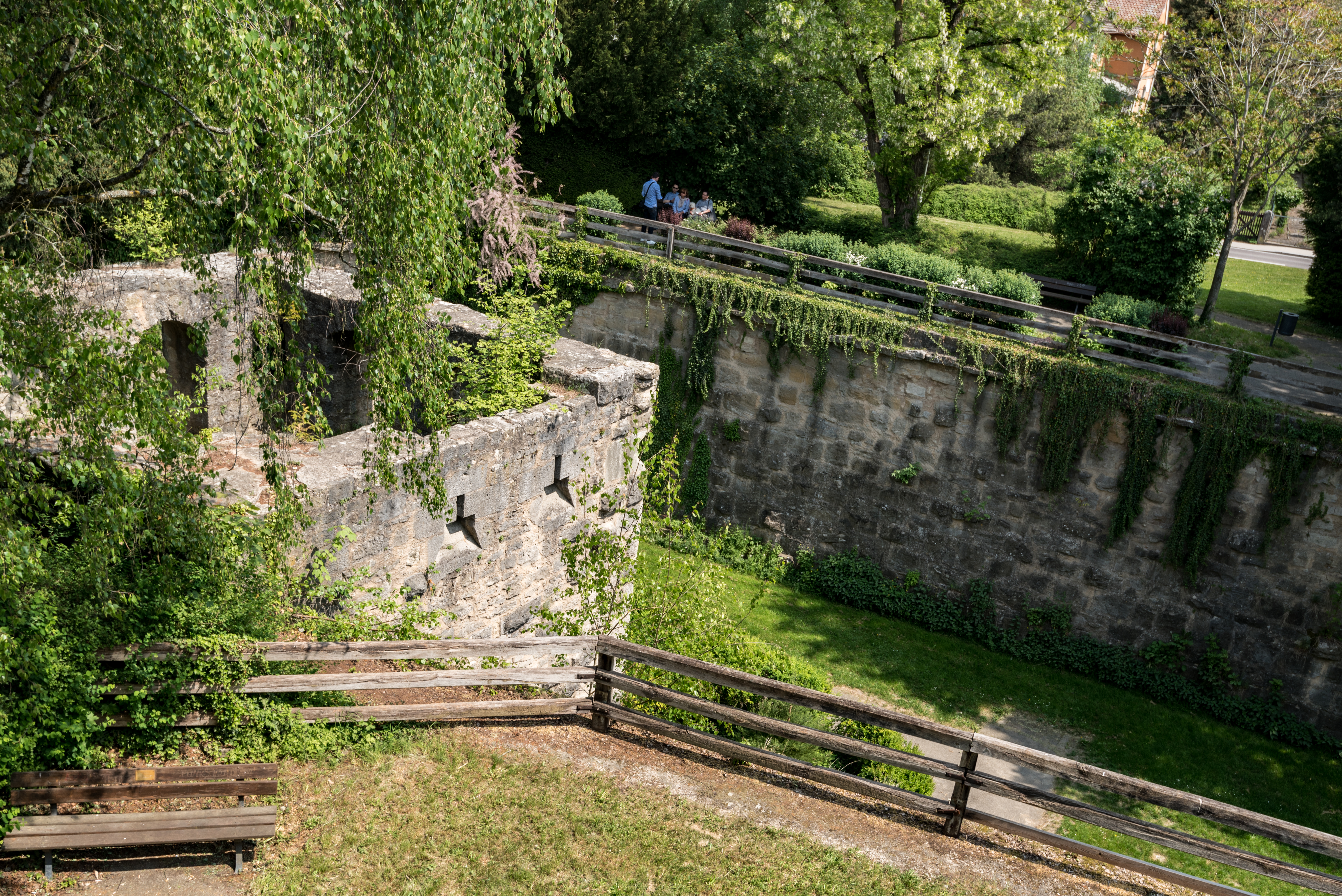
Ganserturm vom Kummereck weitere Bilder
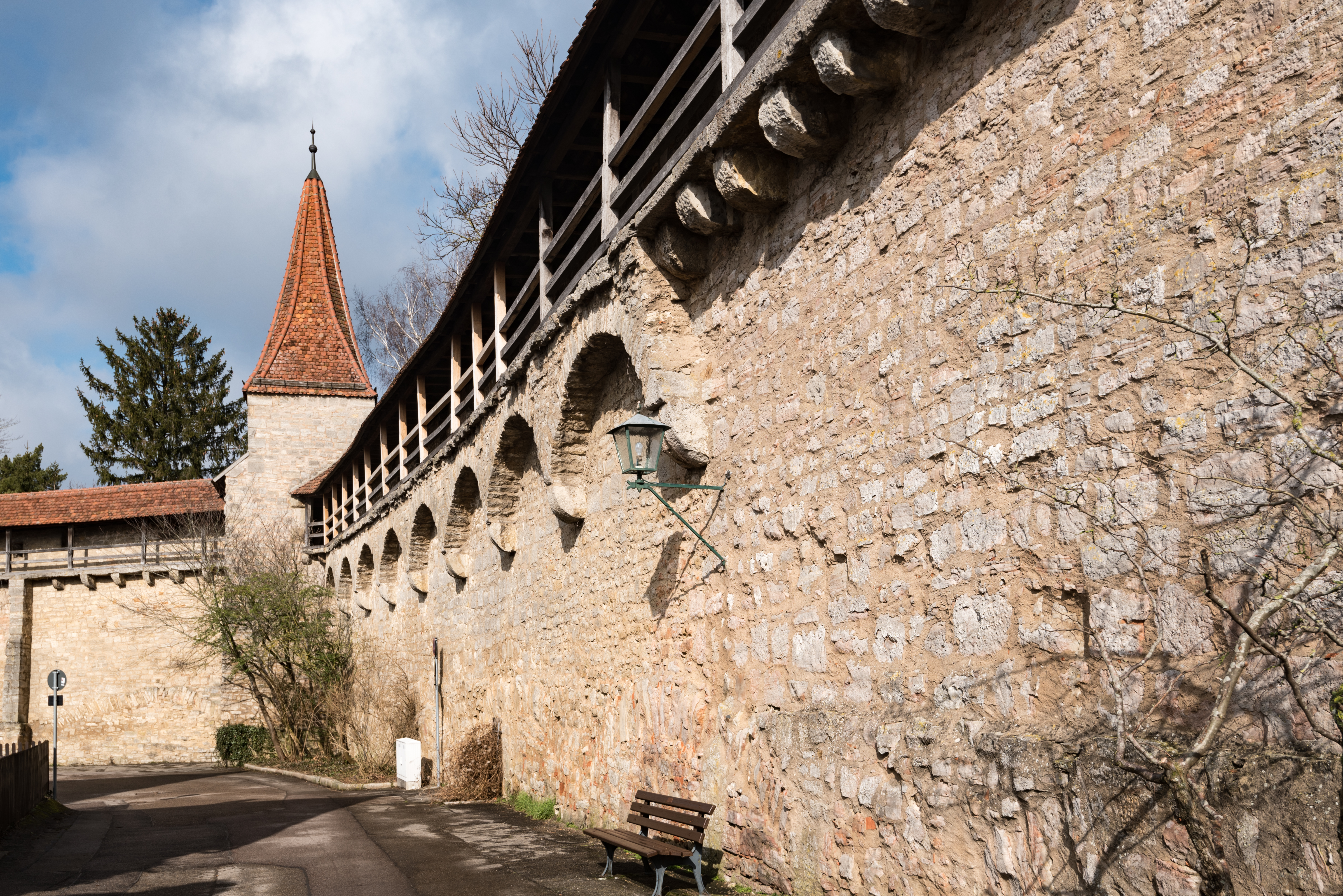
Kummereck und Mauerzug, von Süden weitere Bilder
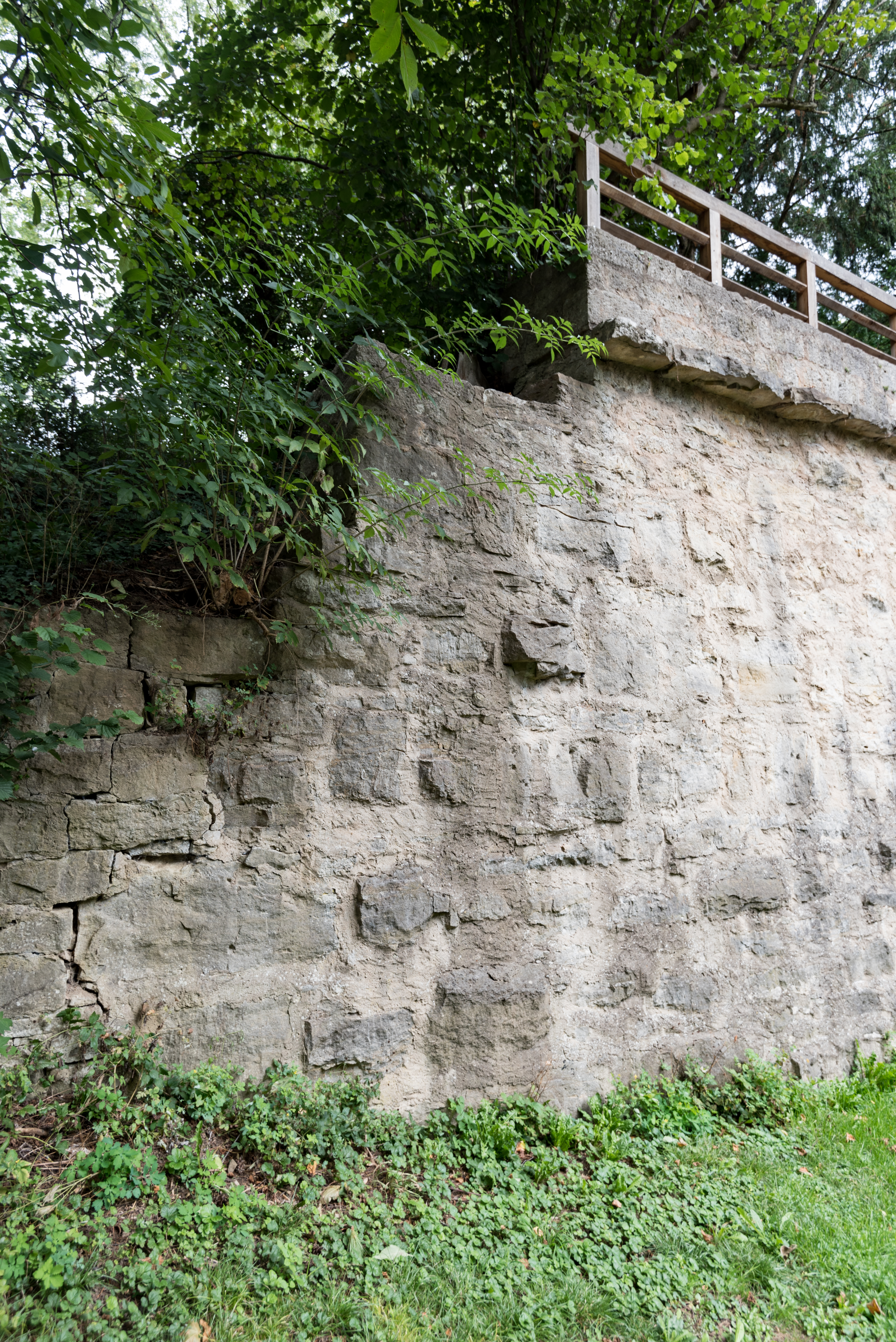
Ehemaliger Wassergraben beim Kummereck weitere Bilder
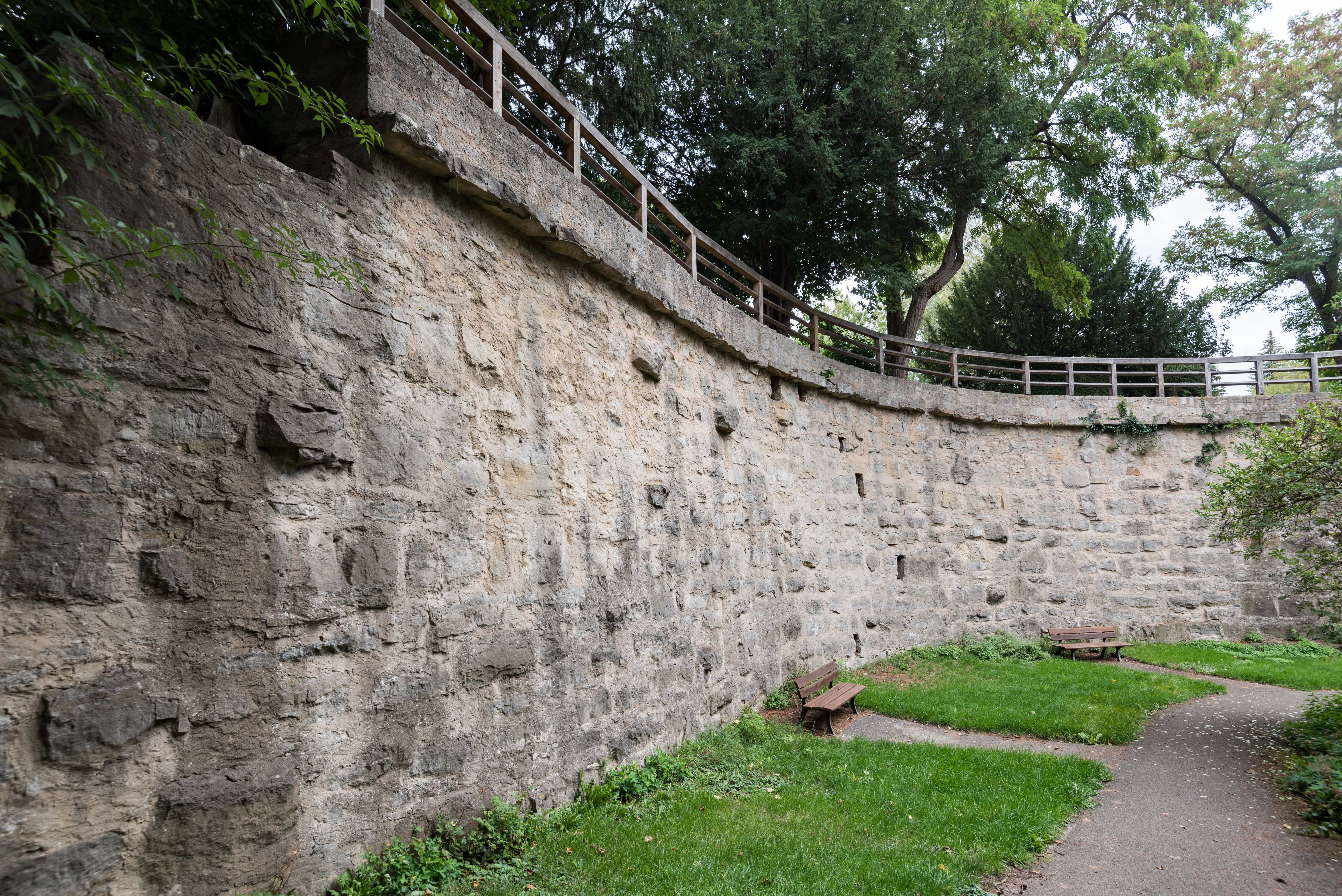
Ehemaliger Wassergraben beim Kummereck weitere Bilder
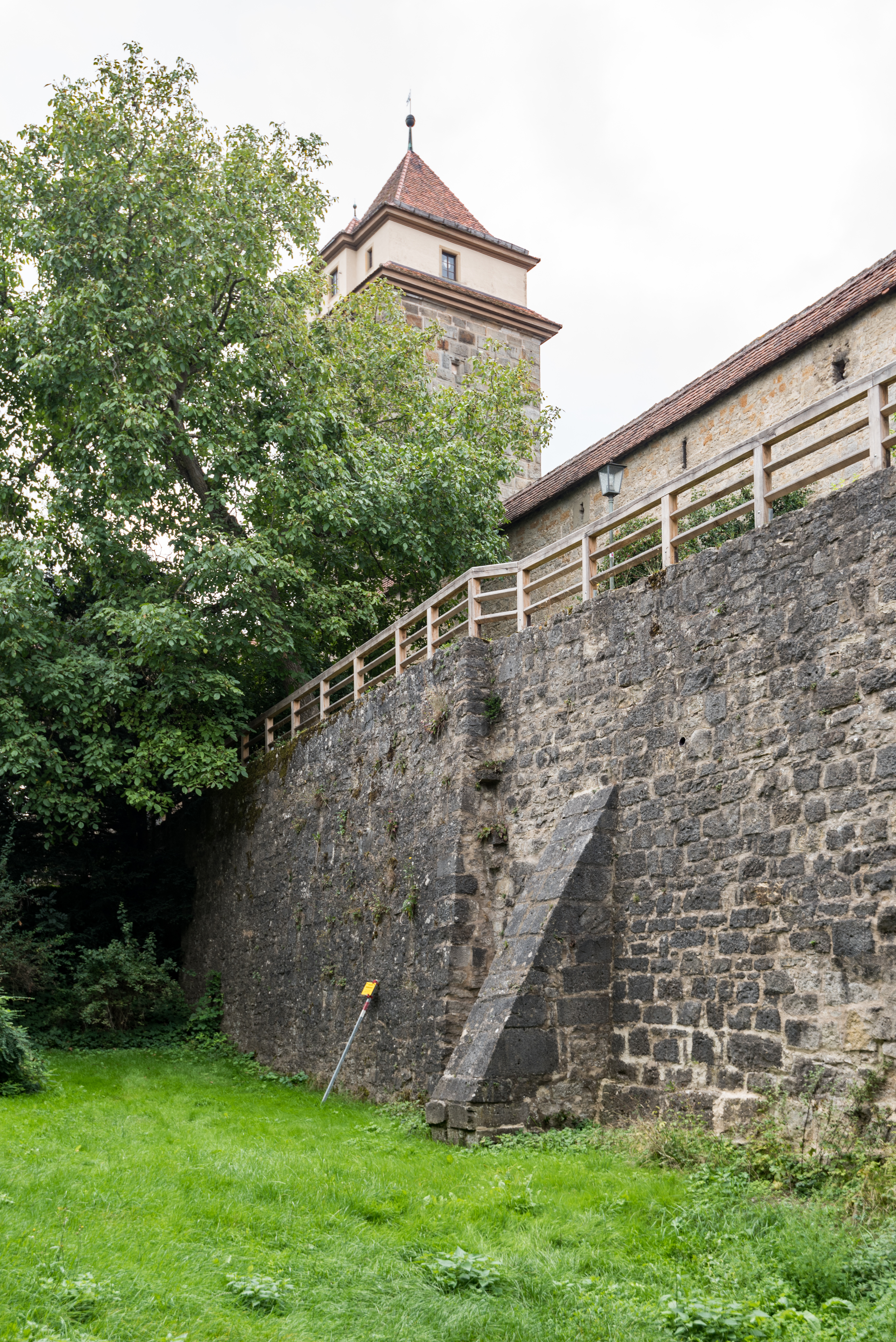
Ehemaliger Wassergraben beim Kummereck weitere Bilder
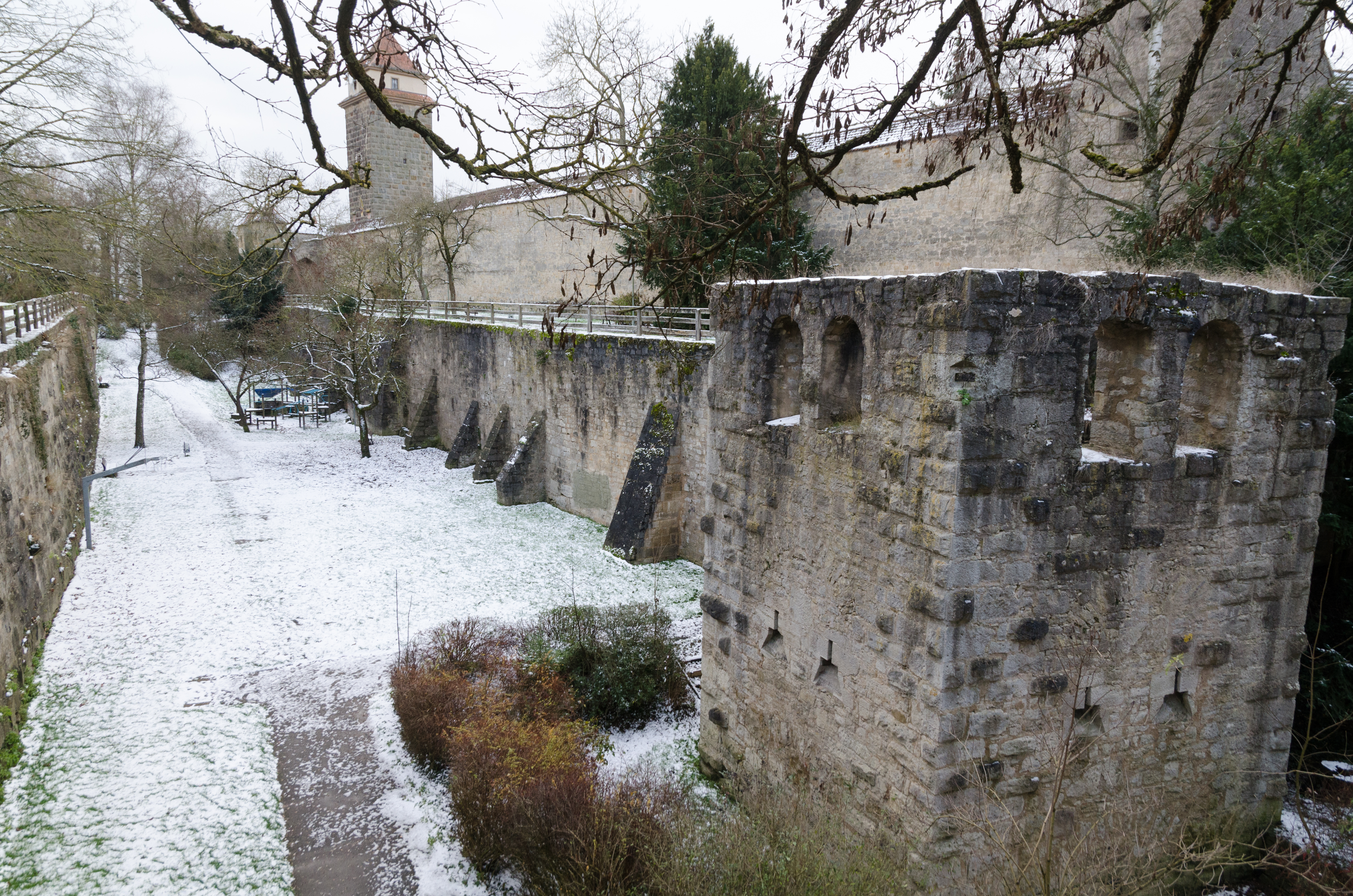
Ganserturm und ehemaliger Wassergraben von Norden weitere Bilder
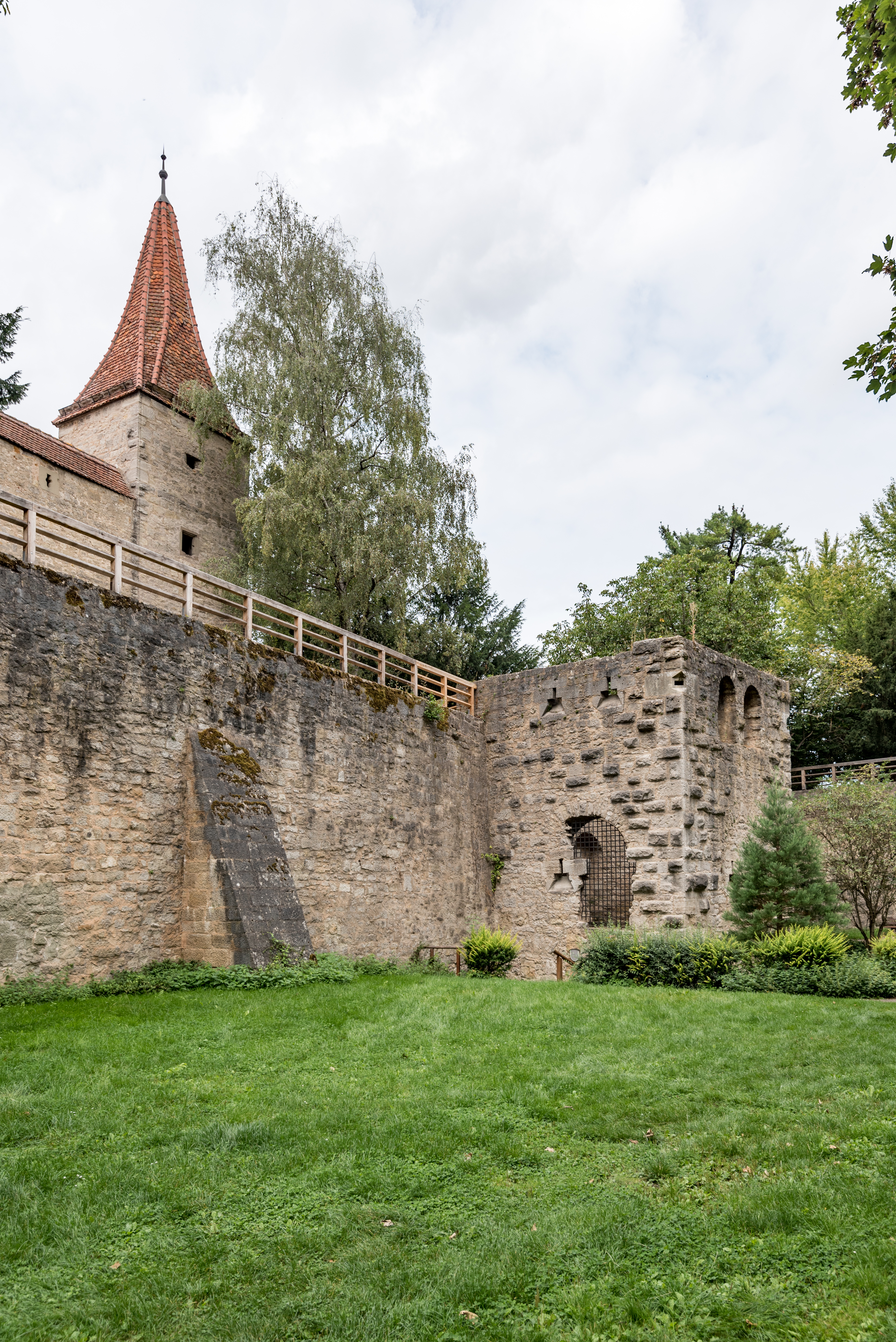
Ehemaliger Wassergraben beim Kummereck weitere Bilder
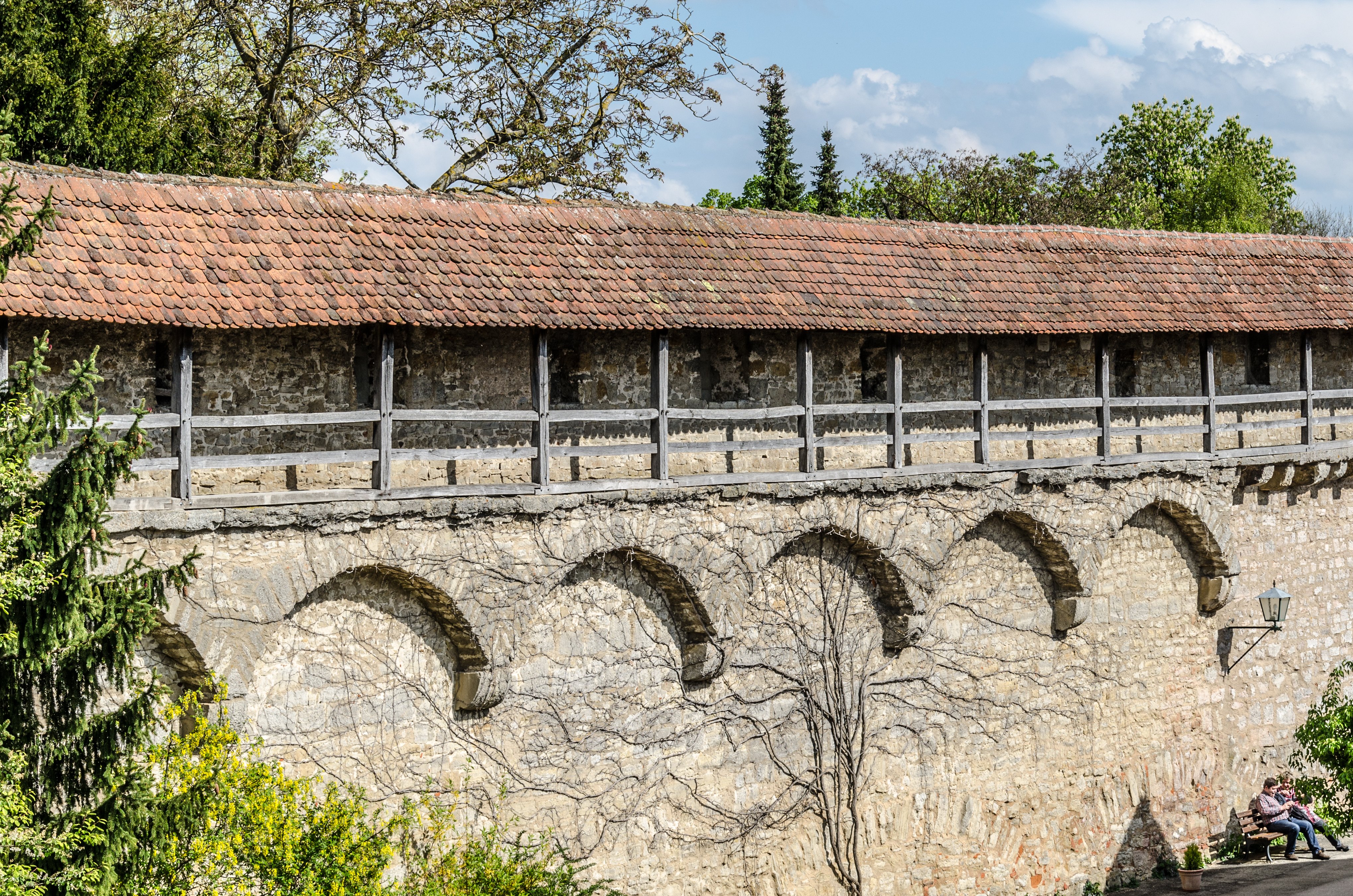
Mauerzug östlich des Kummerecks weitere Bilder
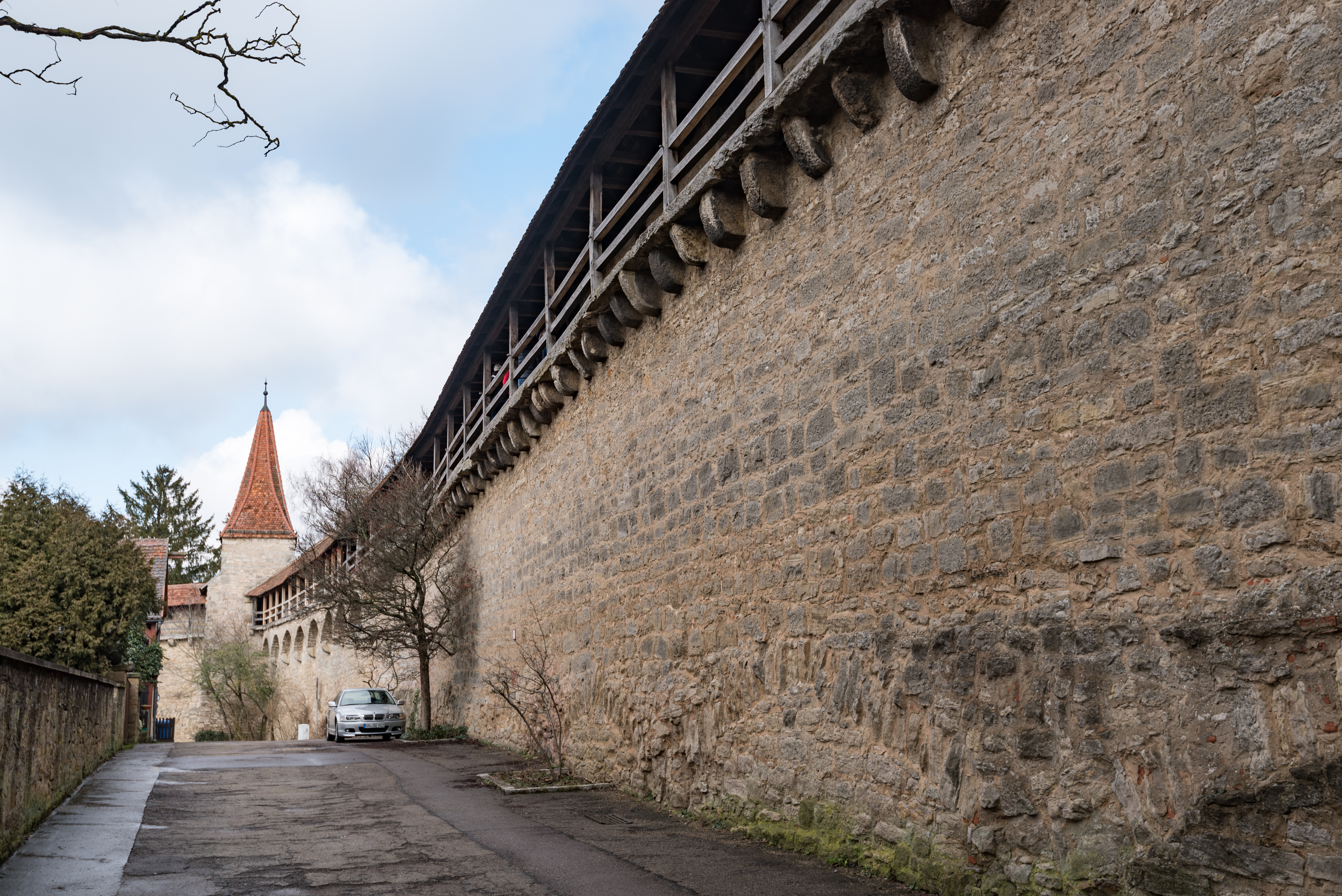
Mauerzug östlich des Kummerecks weitere Bilder
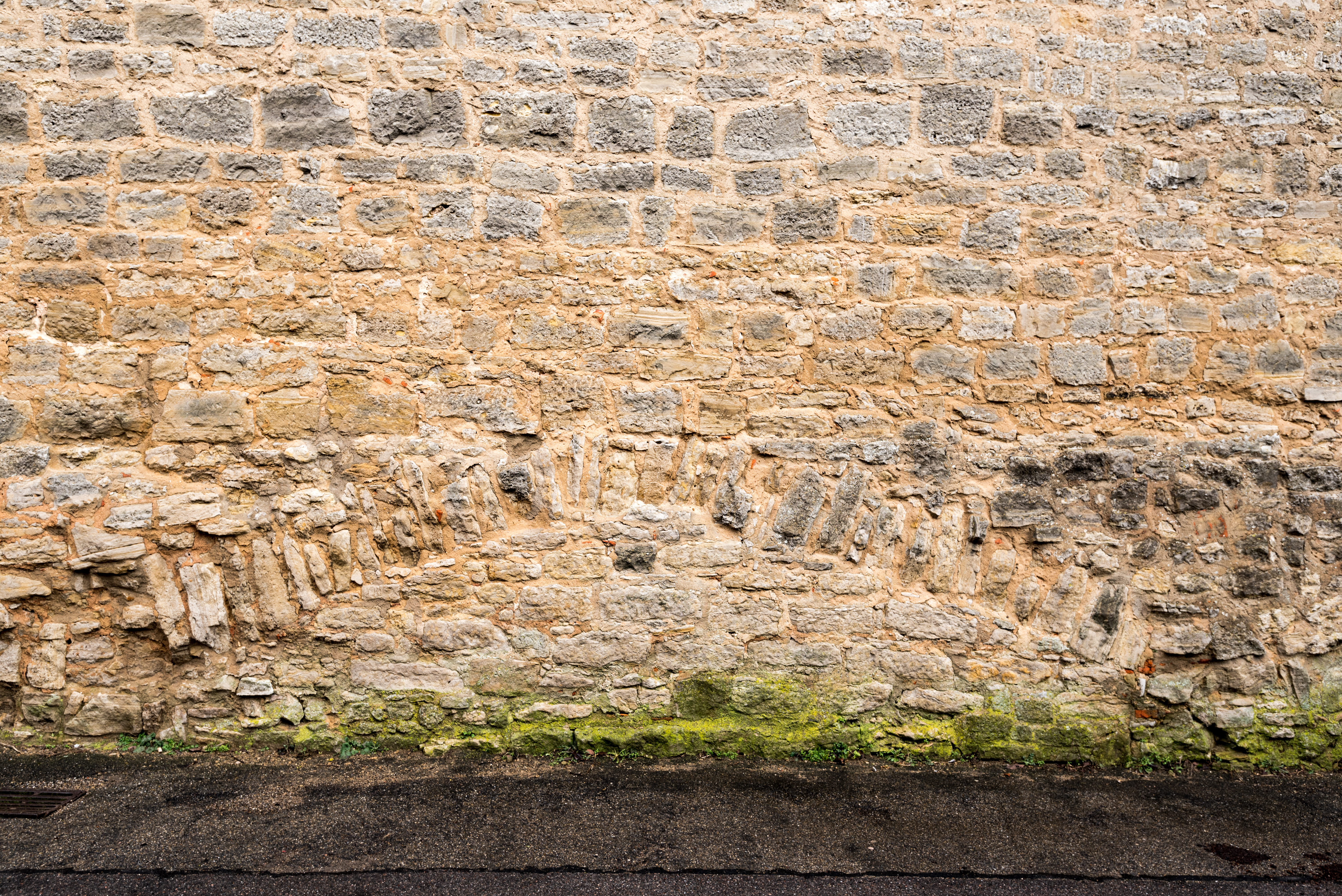
Mauerzug östlich des Kummerecks weitere Bilder
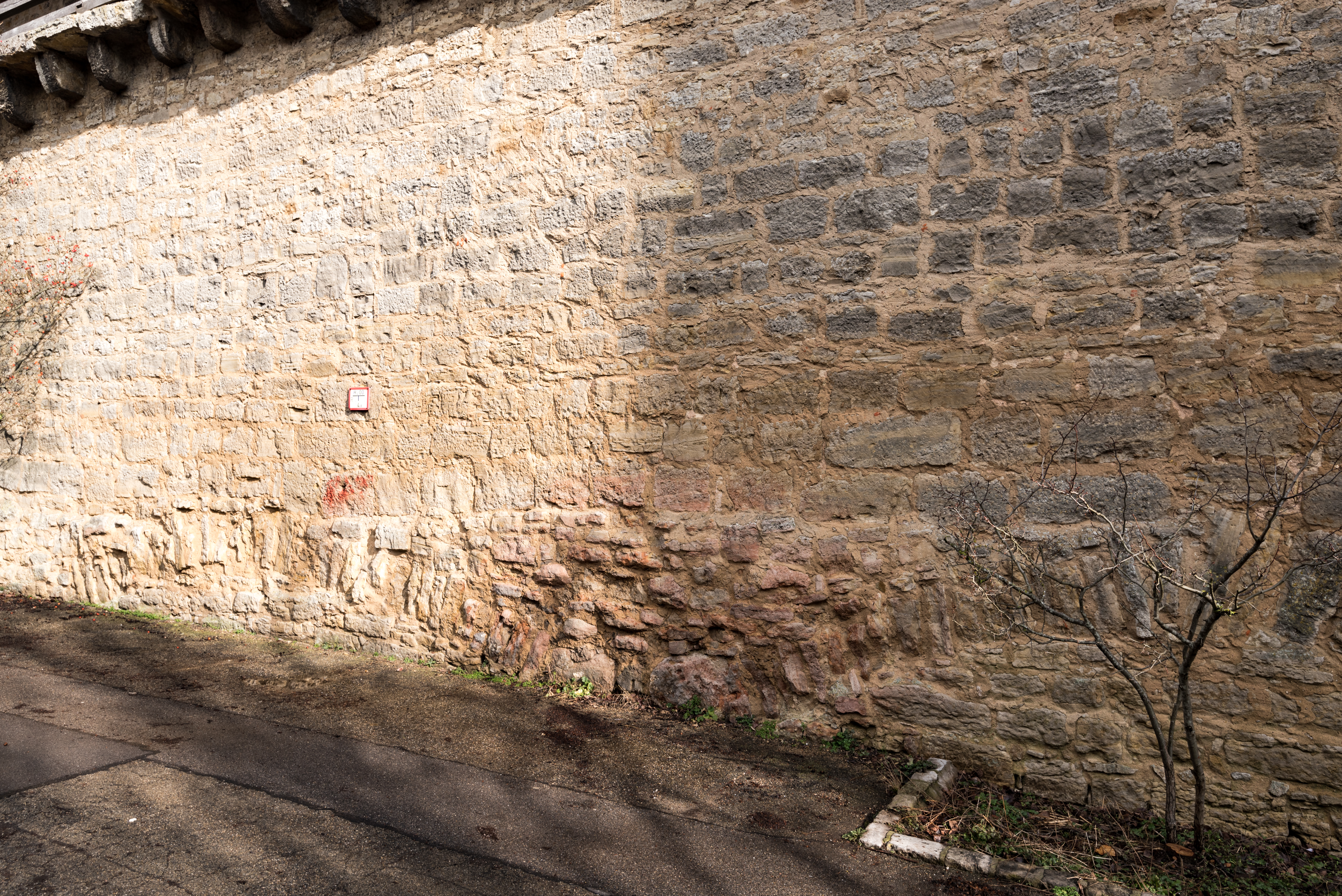
Mauerzug östlich des Kummerecks weitere Bilder
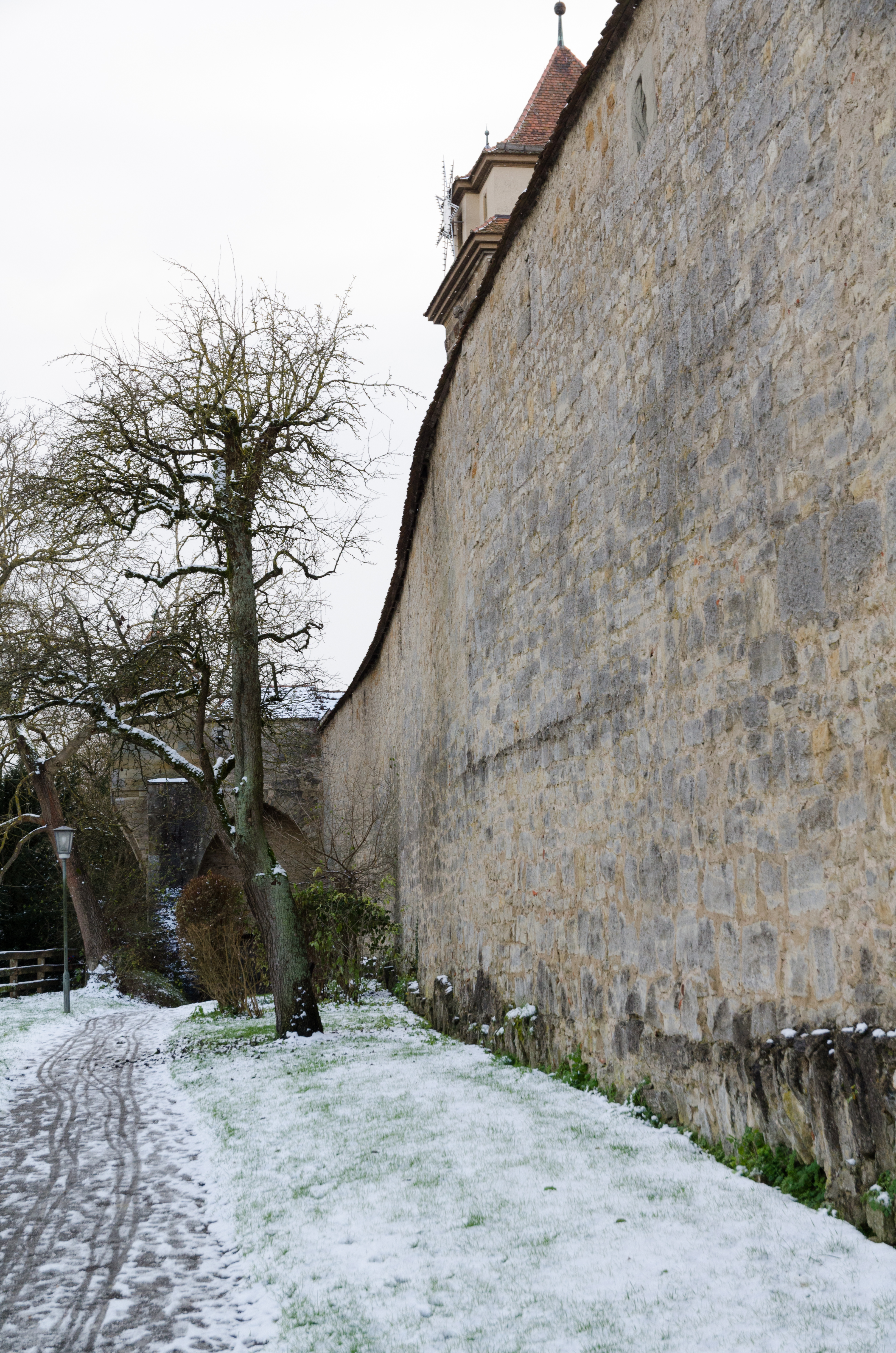
Zwinger nördlich des Galgentors weitere Bilder
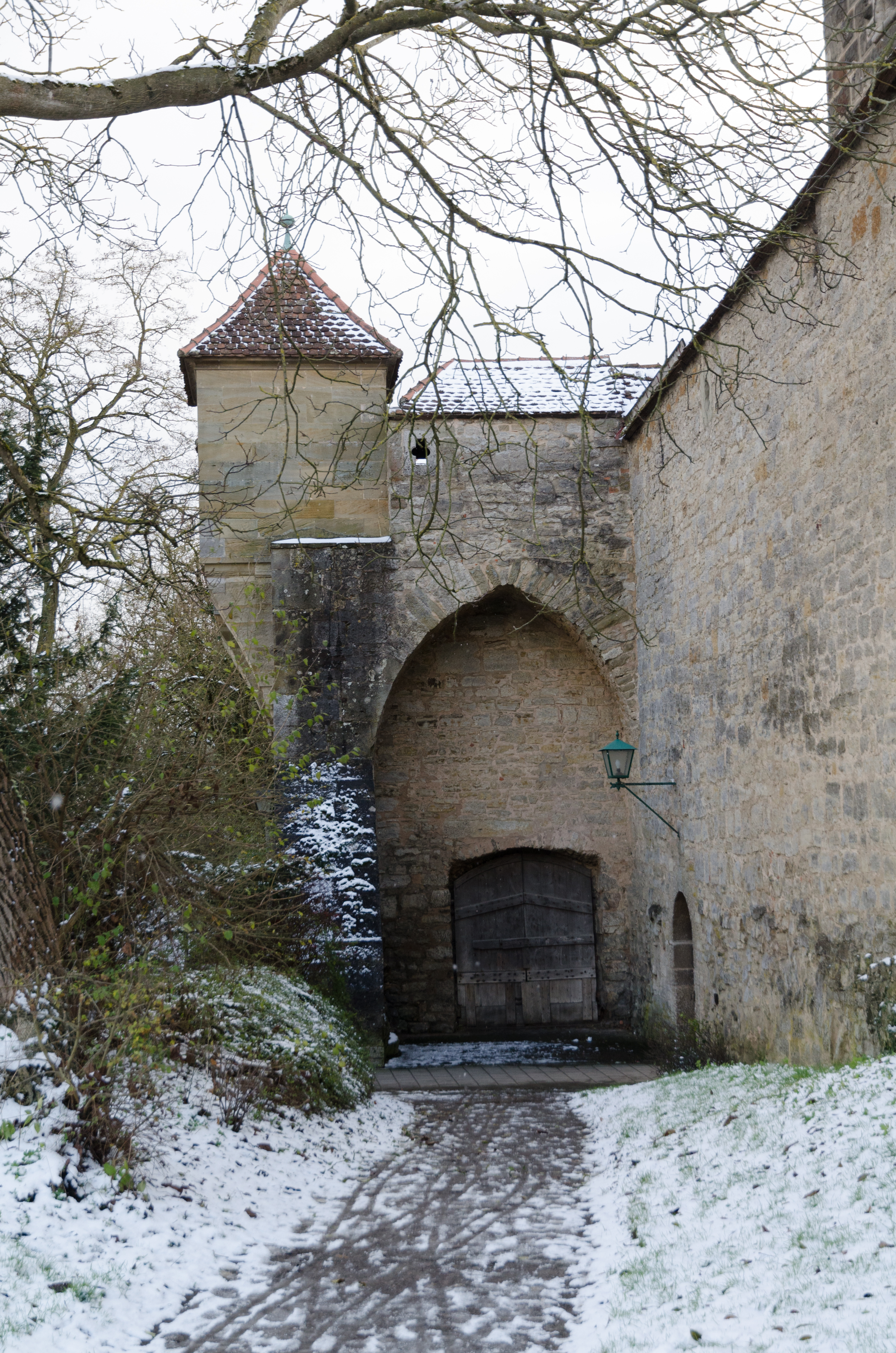
Zwinger nördlich des Galgentors weitere Bilder

#### Galgentor
Von der Galgentoranlage ist die Bastion nicht mehr erhalten.
- Ehemaliges Stadttor, sogenanntes Galgentor, auch sogenanntes Würzburger Tor (Lage), Fünfgeschossiger Torturm auf quadratischem Grundriss mit Buckelquadern und Rundbogendurchfahrt, wohl 1388, Erhöhung um ein Geschoss mit Pyramidendach zweites Drittel 18. Jahrhundert, Wiederaufbau nach 1945 (D-5-71-193-107)
- Vorwerk (Lage), längsrechteckige Torbarbakane mit Innenhof, zwei Erkertürmchen und Torbogen, 1620, mit älterem Kern

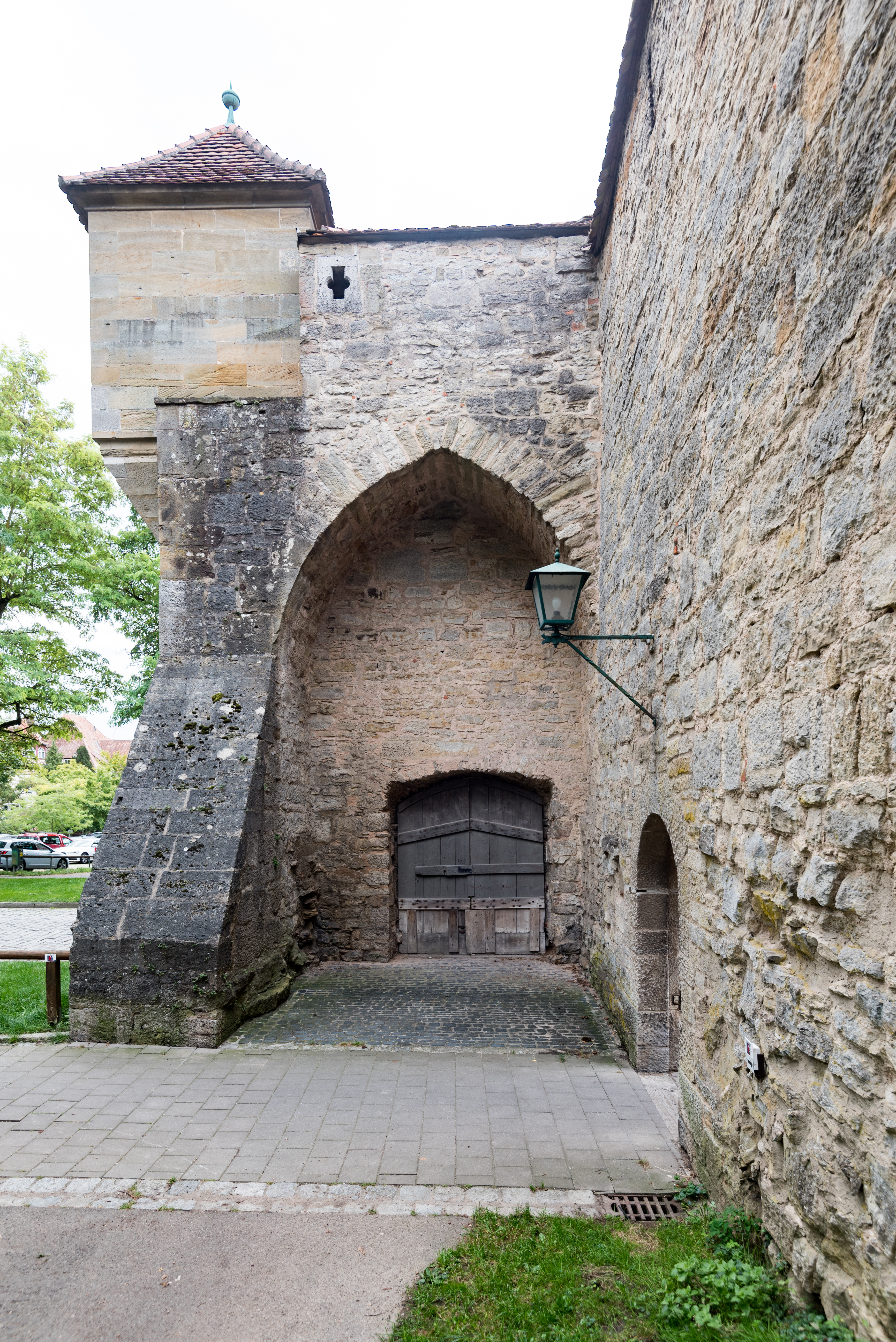
Galgentor, Vorwerk, von Norden weitere Bilder
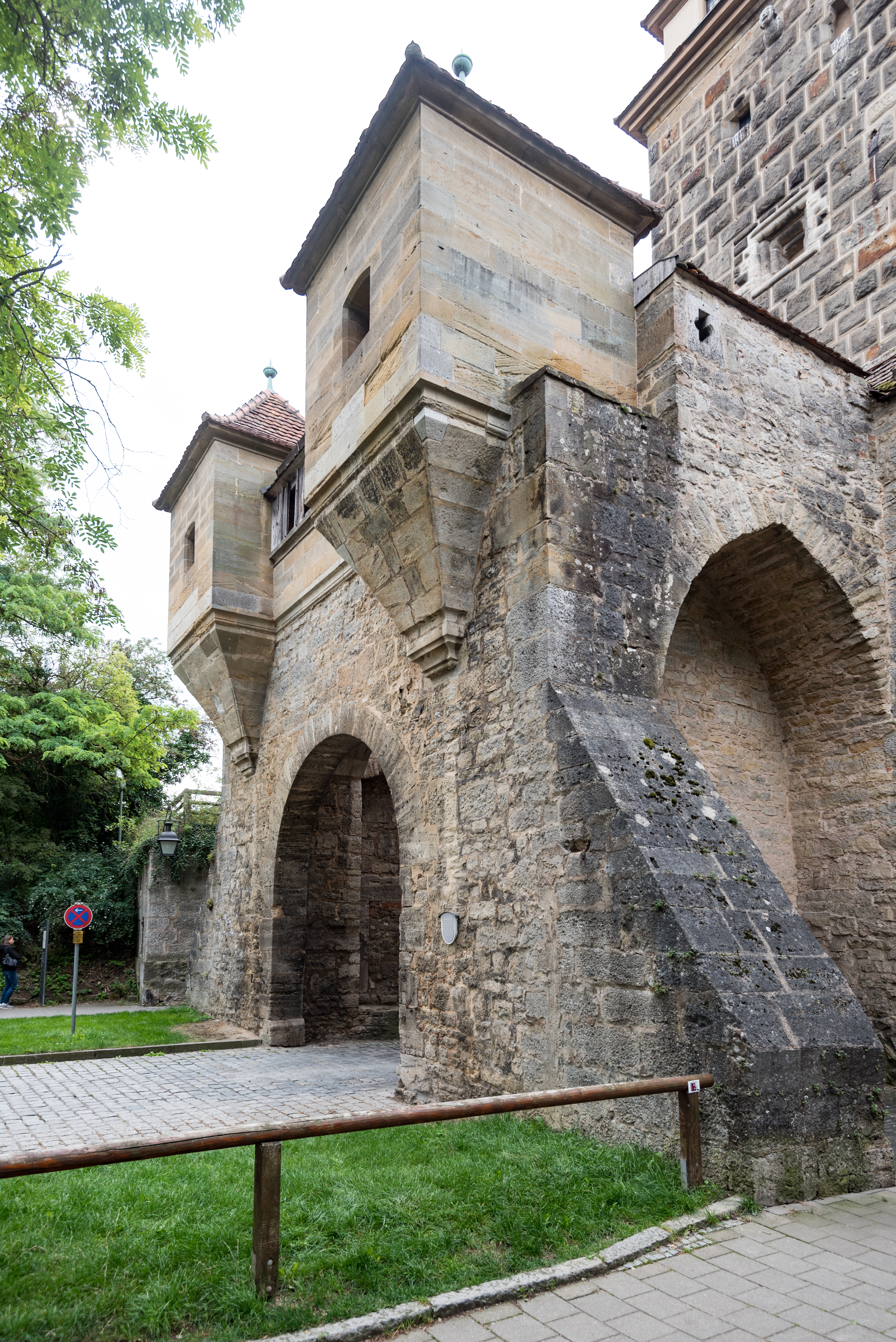
Galgentor, Vorwerk, von Nordosten weitere Bilder
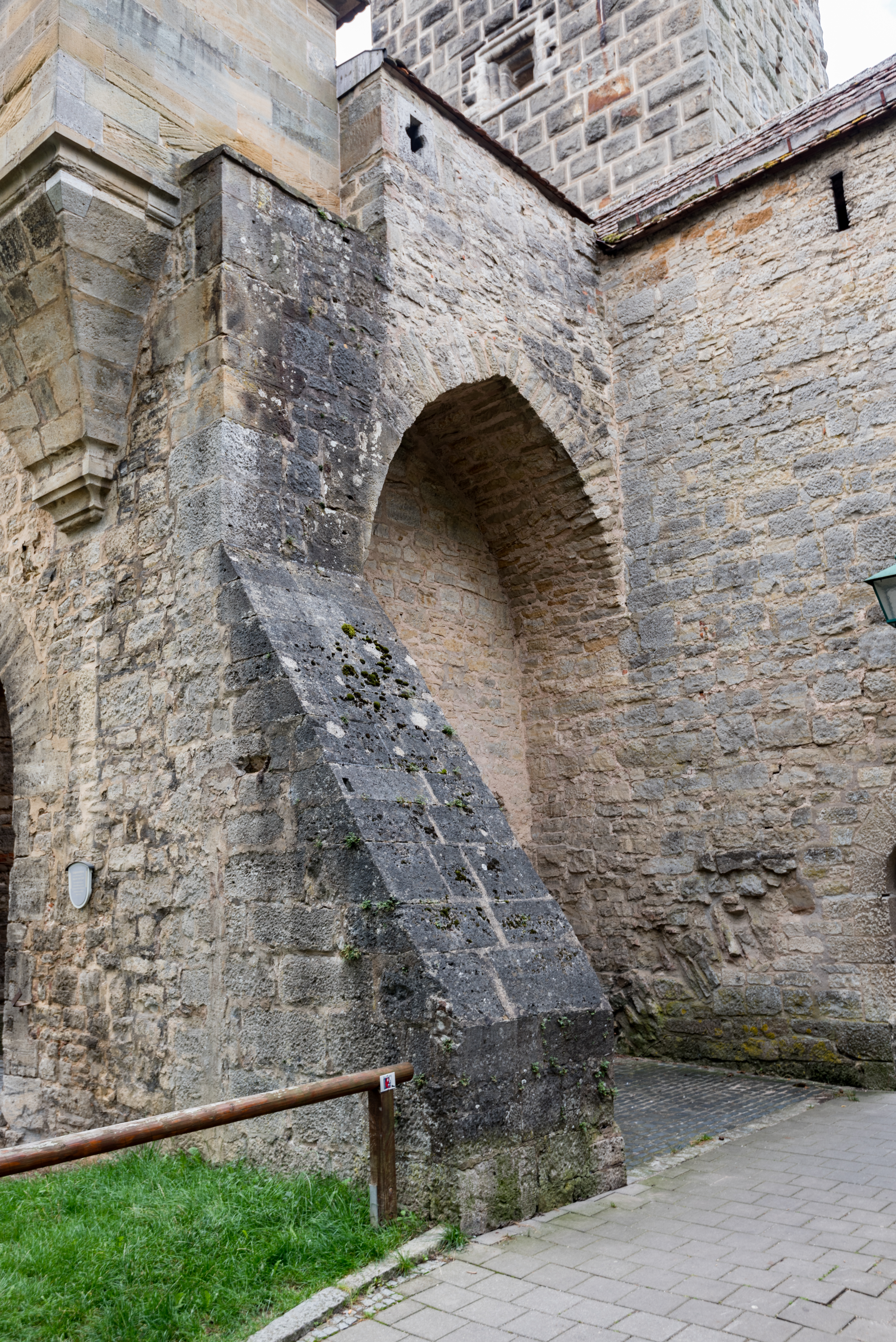
Galgentor, Vorwerk, von Nordosten weitere Bilder
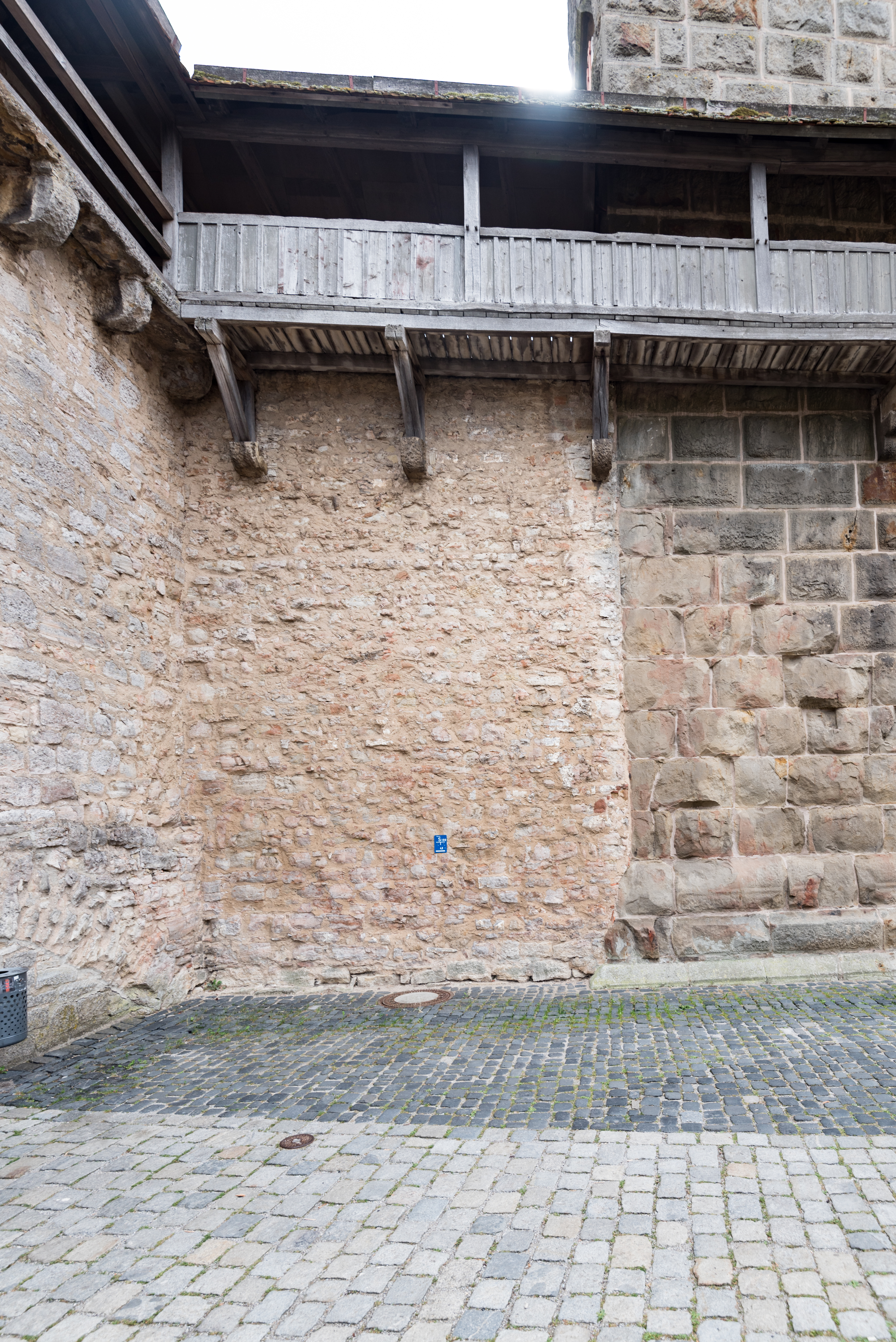
Galgentor, Vorwerk, von Norden, Stadtseite weitere Bilder
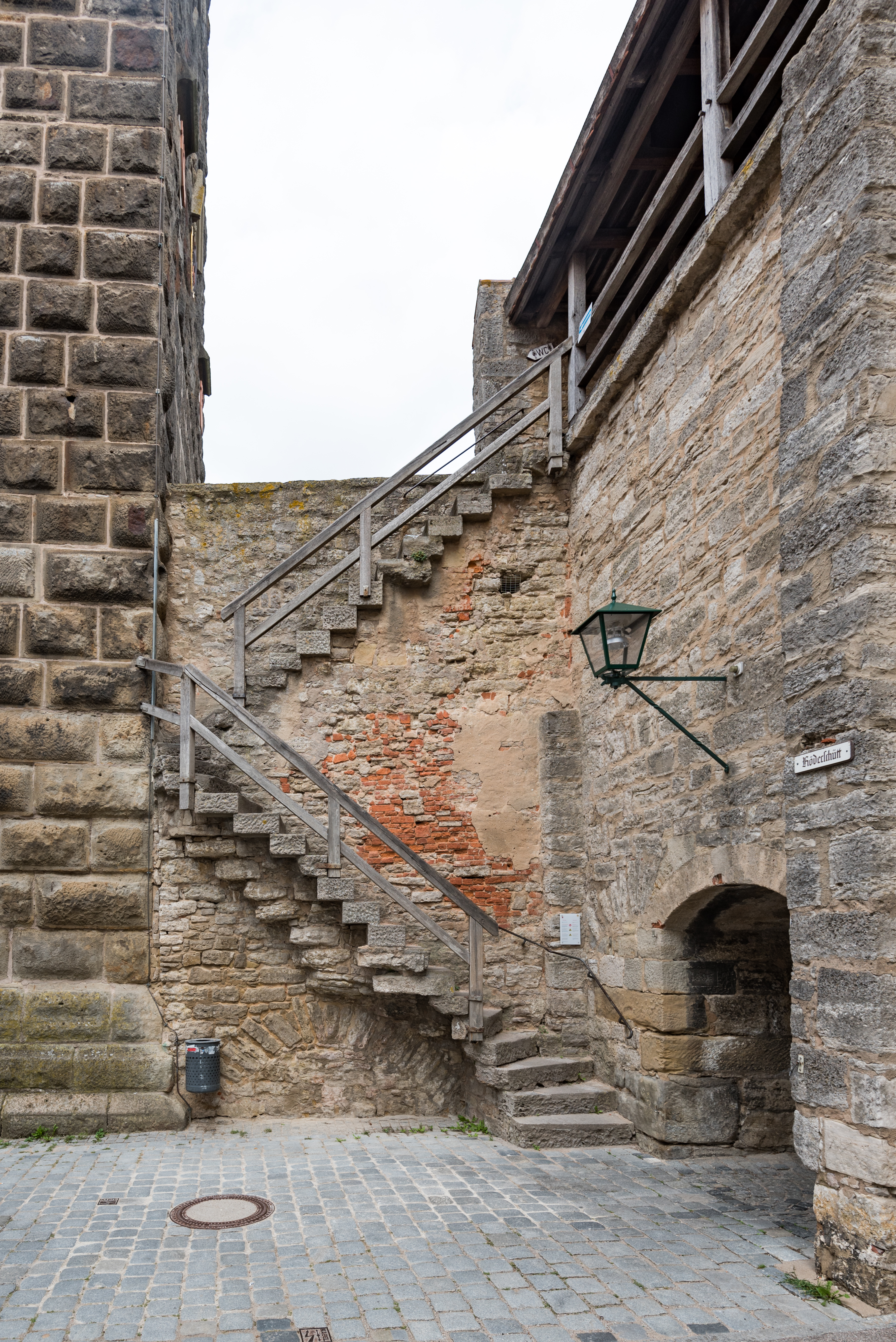
Galgentor, Vorwerk, von Süden, Stadtseite weitere Bilder
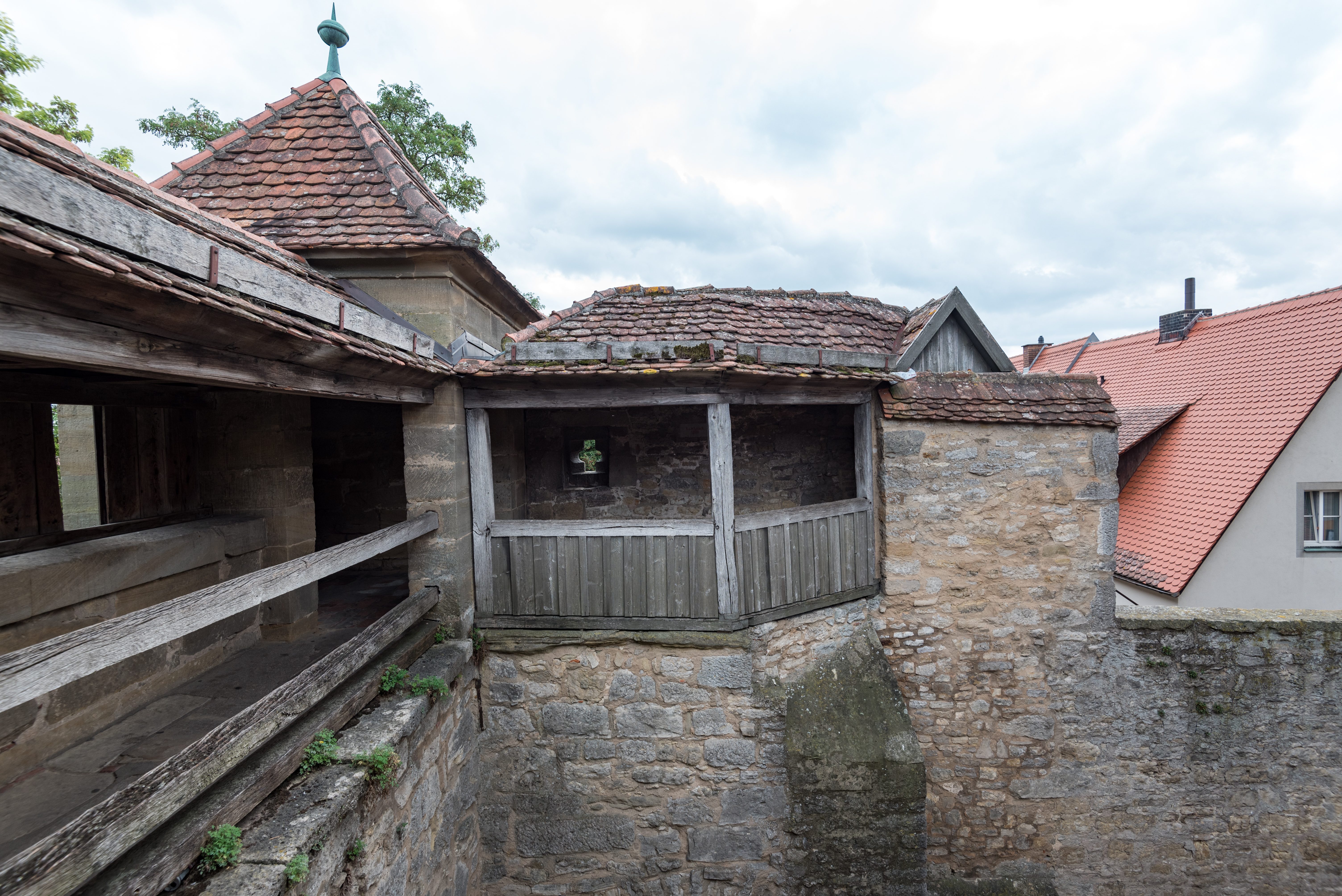
Galgentor, Vorwerk, von Norden, vom Wehrgang weitere Bilder
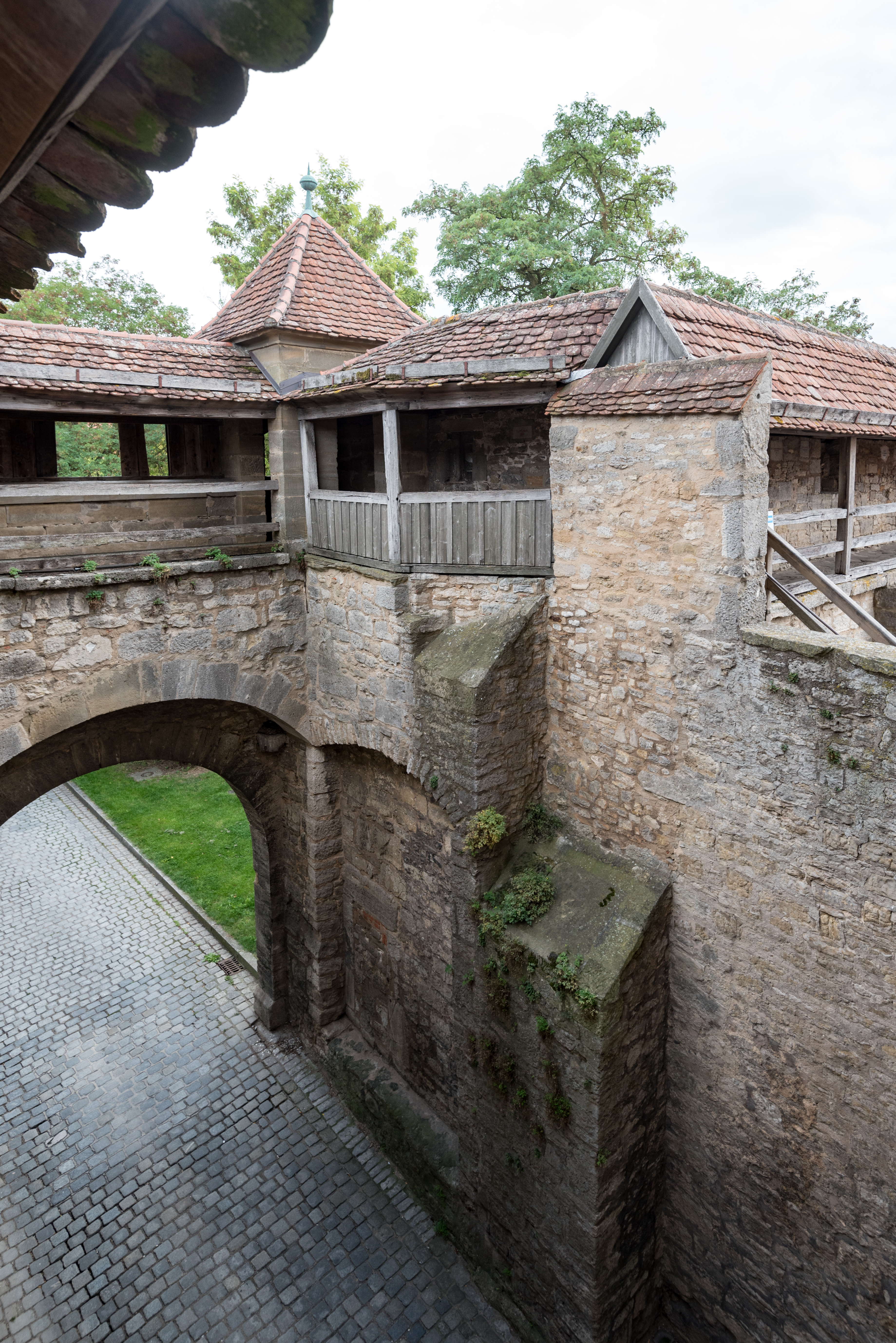
Galgentor, Vorwerk, von Norden, vom Wehrgang weitere Bilder
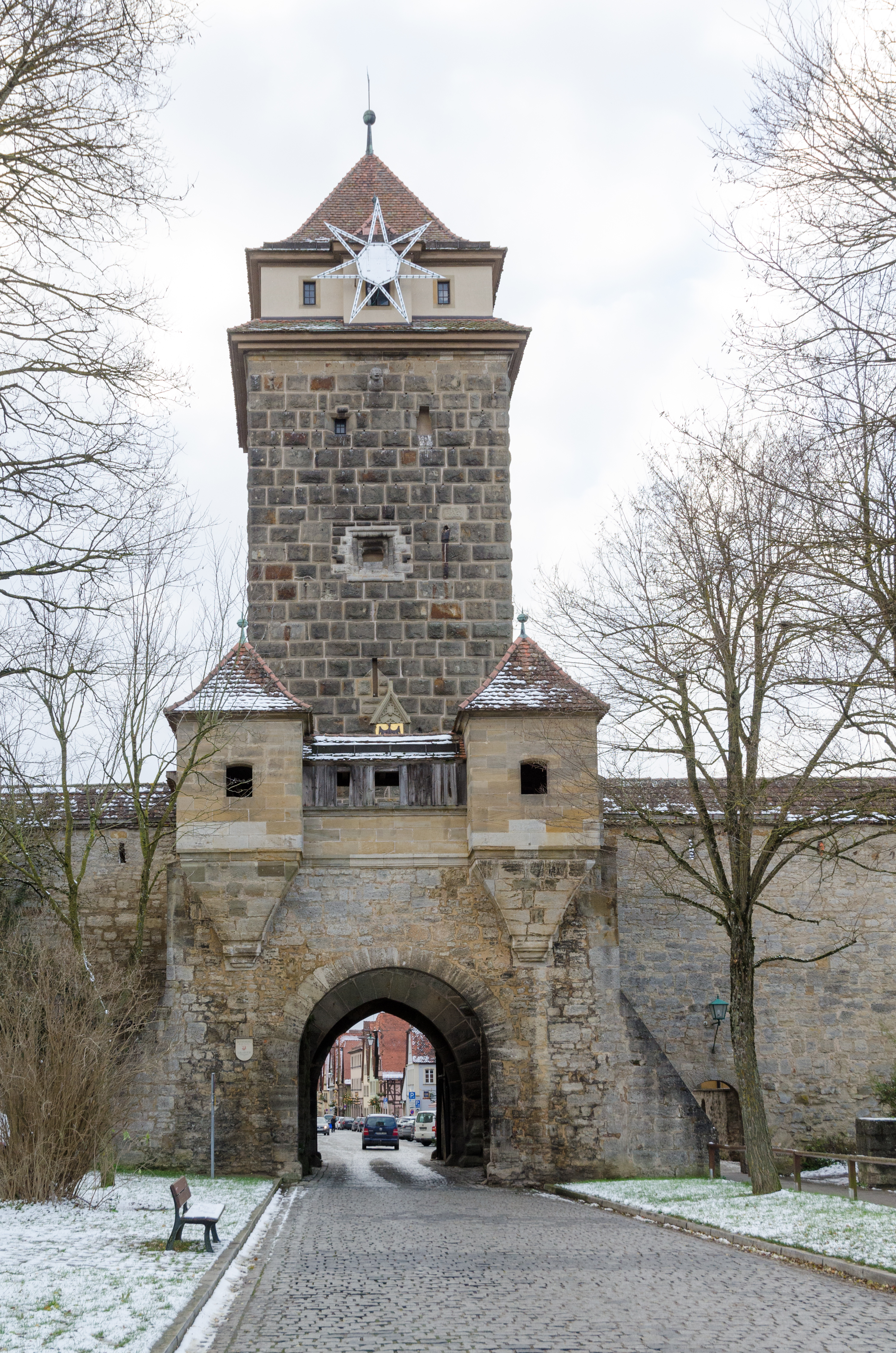
Galgentor, Torturm und Vorwerk, Feldseite, von Osten weitere Bilder
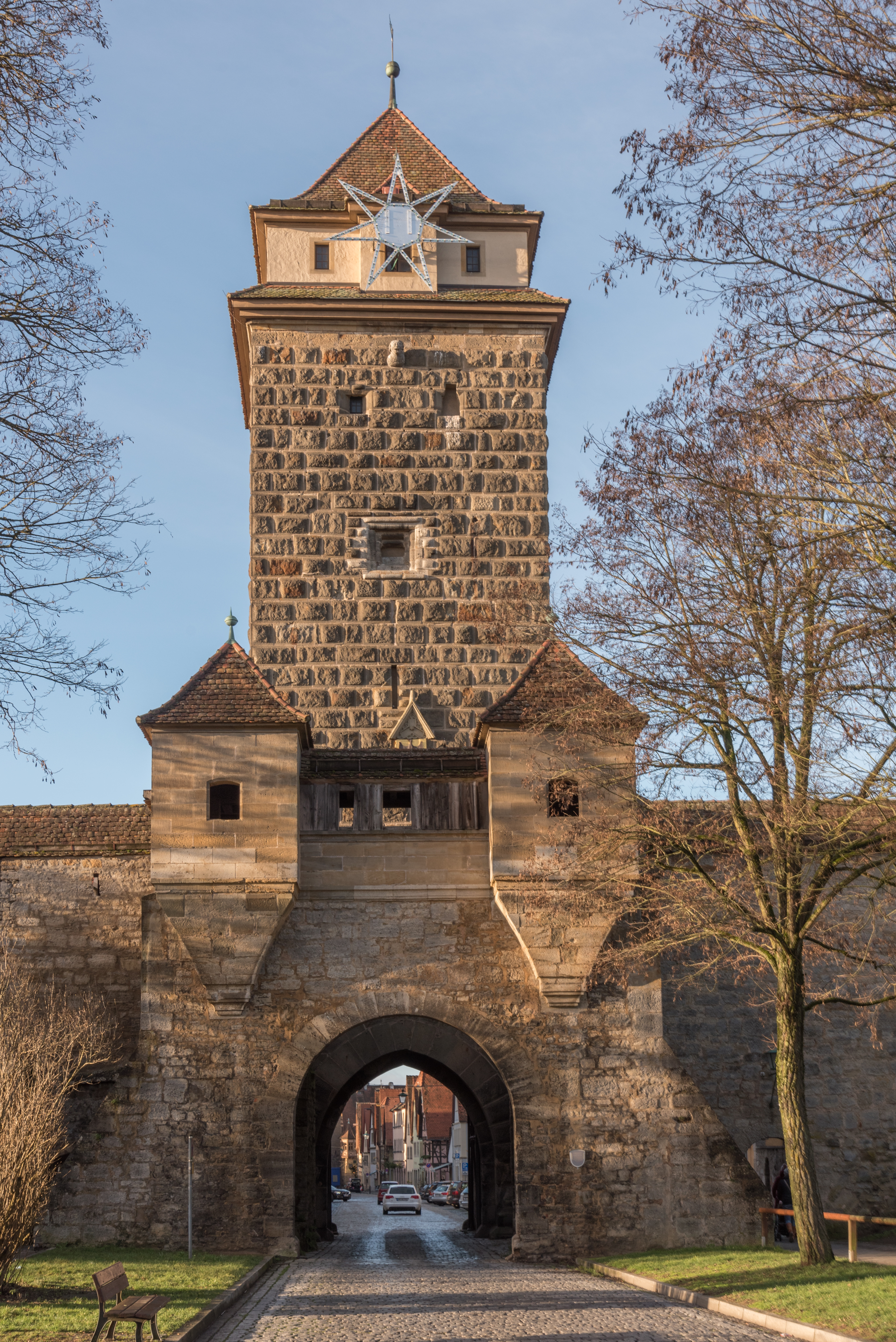
Galgentor, Torturm und Vorwerk, Feldseite, von Osten weitere Bilder
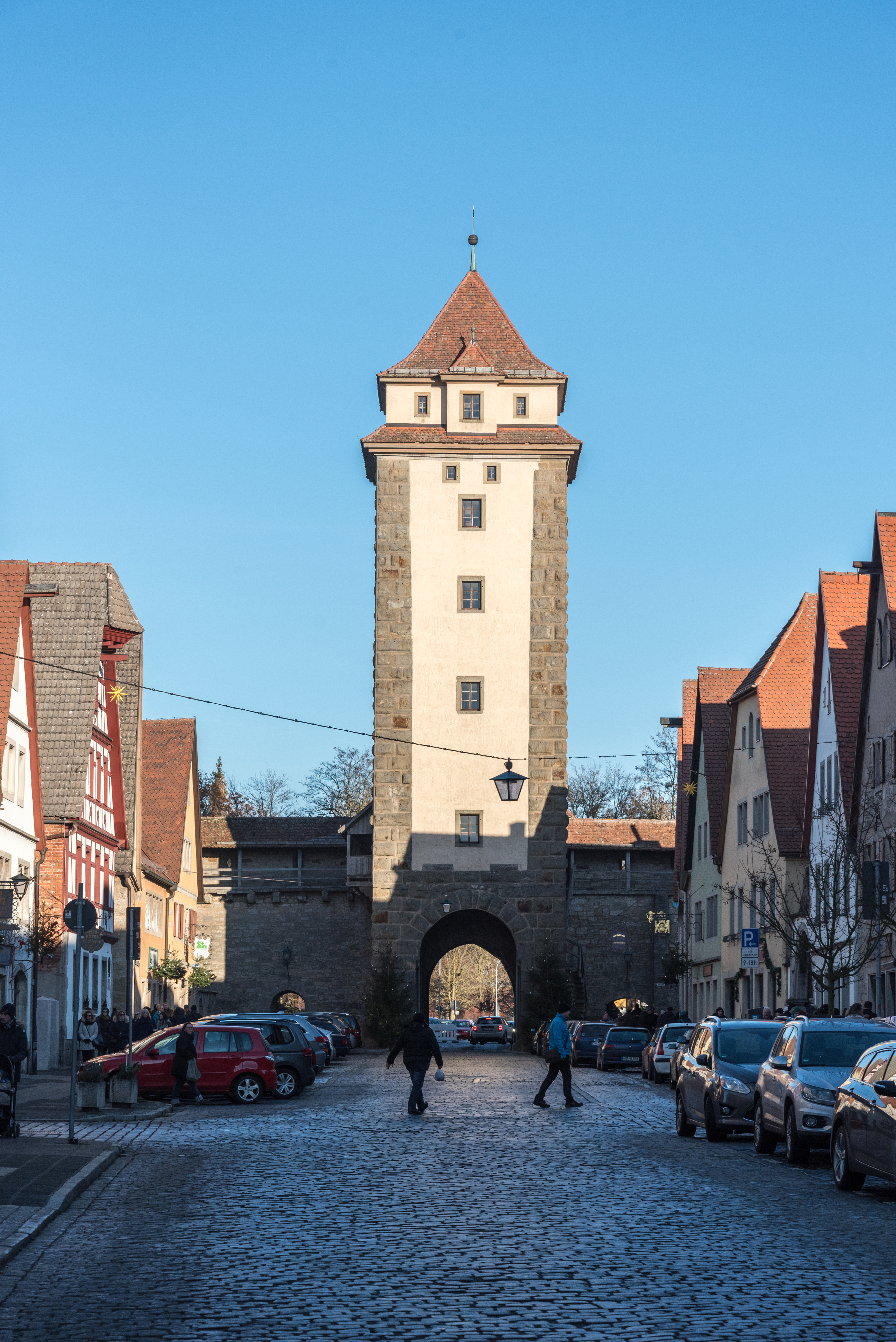
Galgentor, Torturm, Stadtseite von Westen weitere Bilder
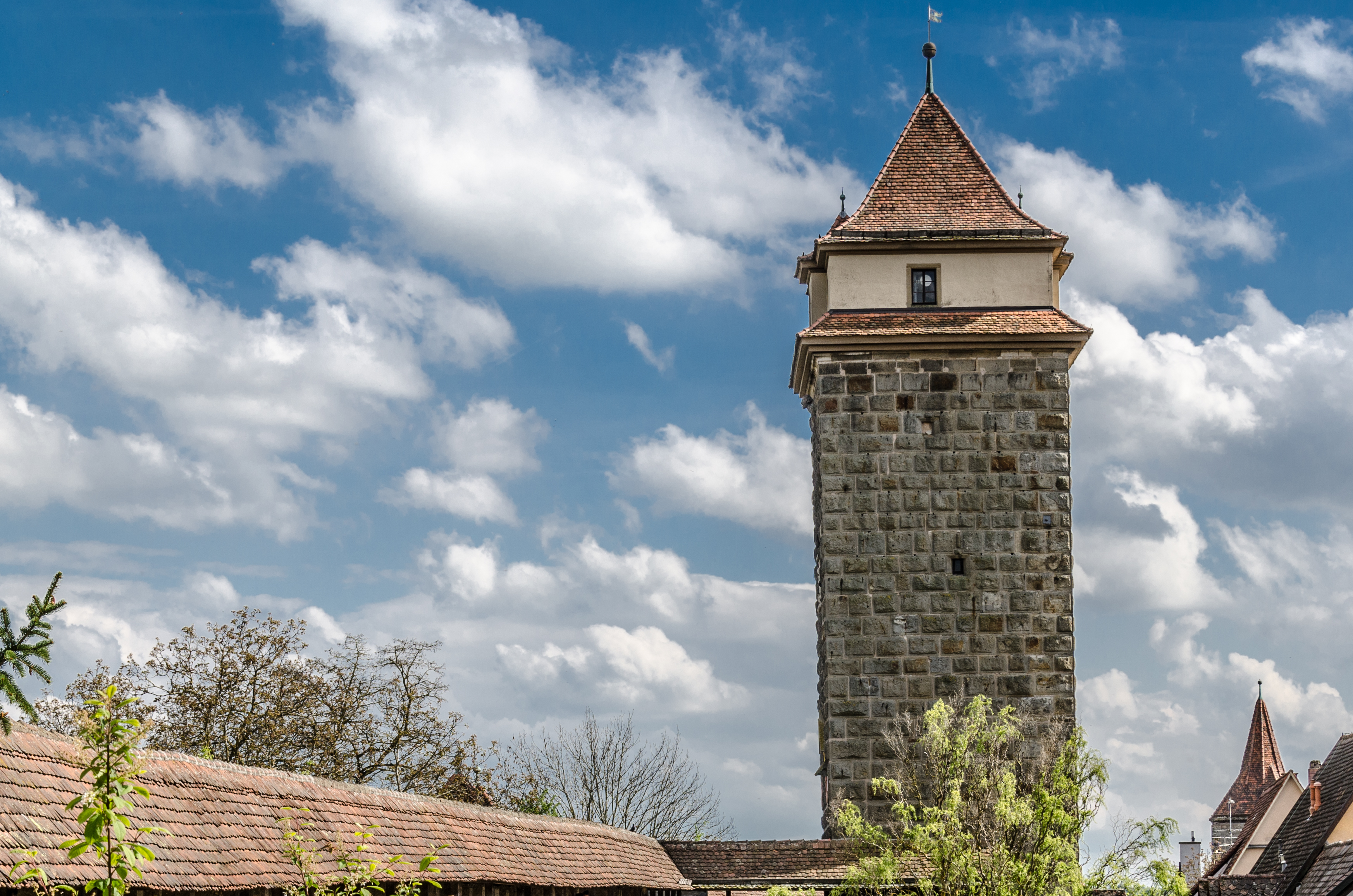
Galgentor, Torturm, von Norden weitere Bilder
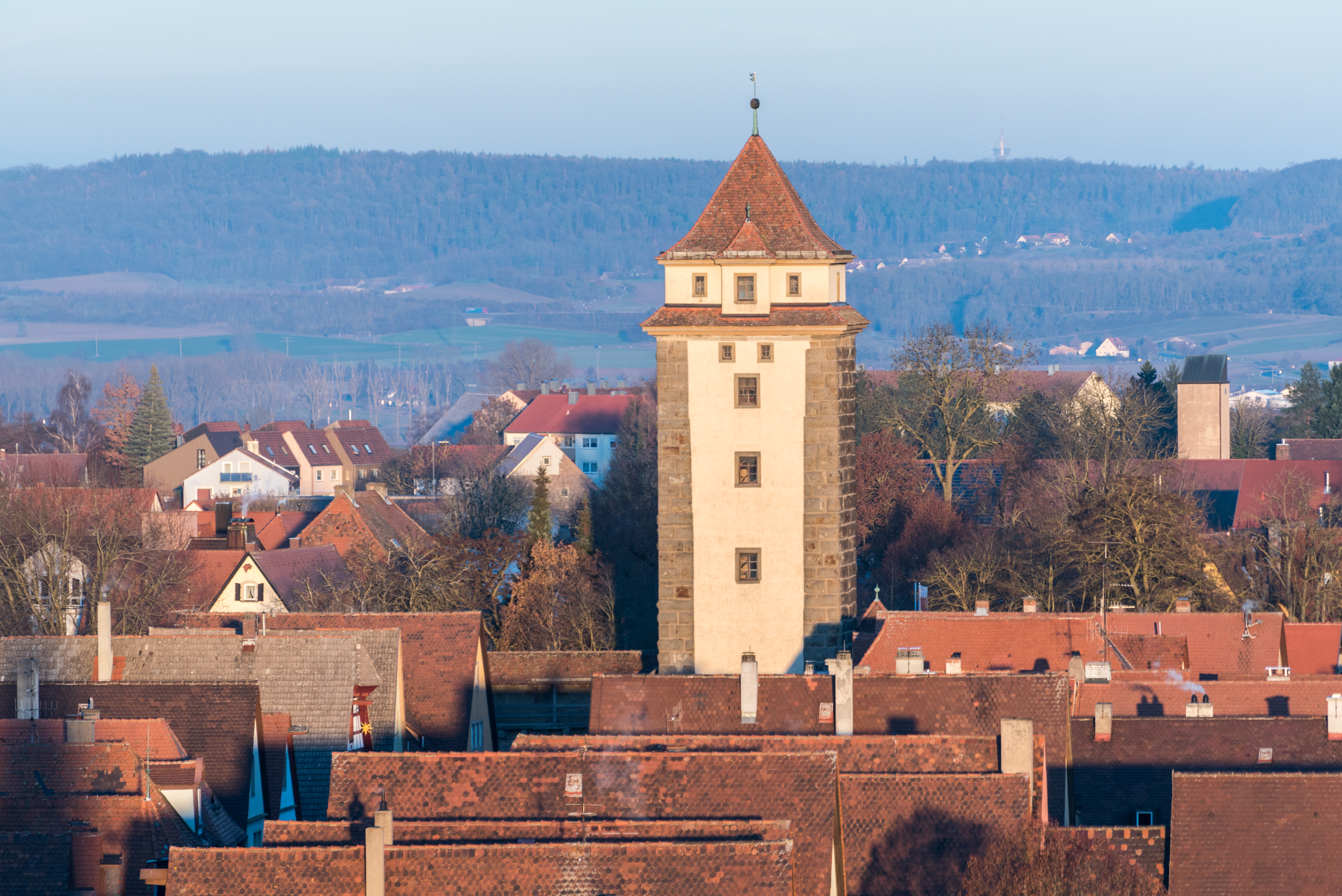
Galgentor, Torturm, von Westen, vom Rathausturm weitere Bilder
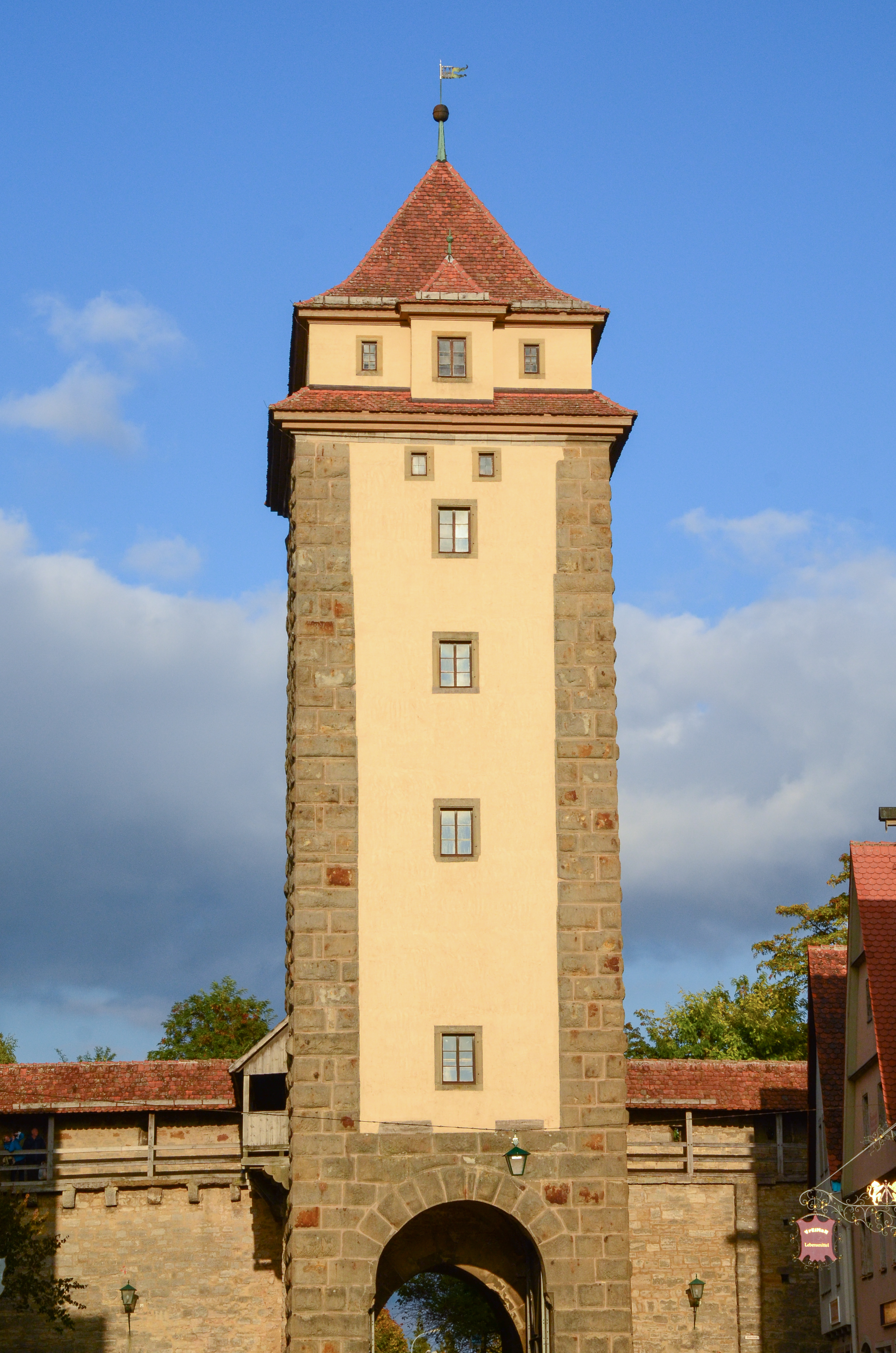
Galgentor, Torturm, von Westen weitere Bilder
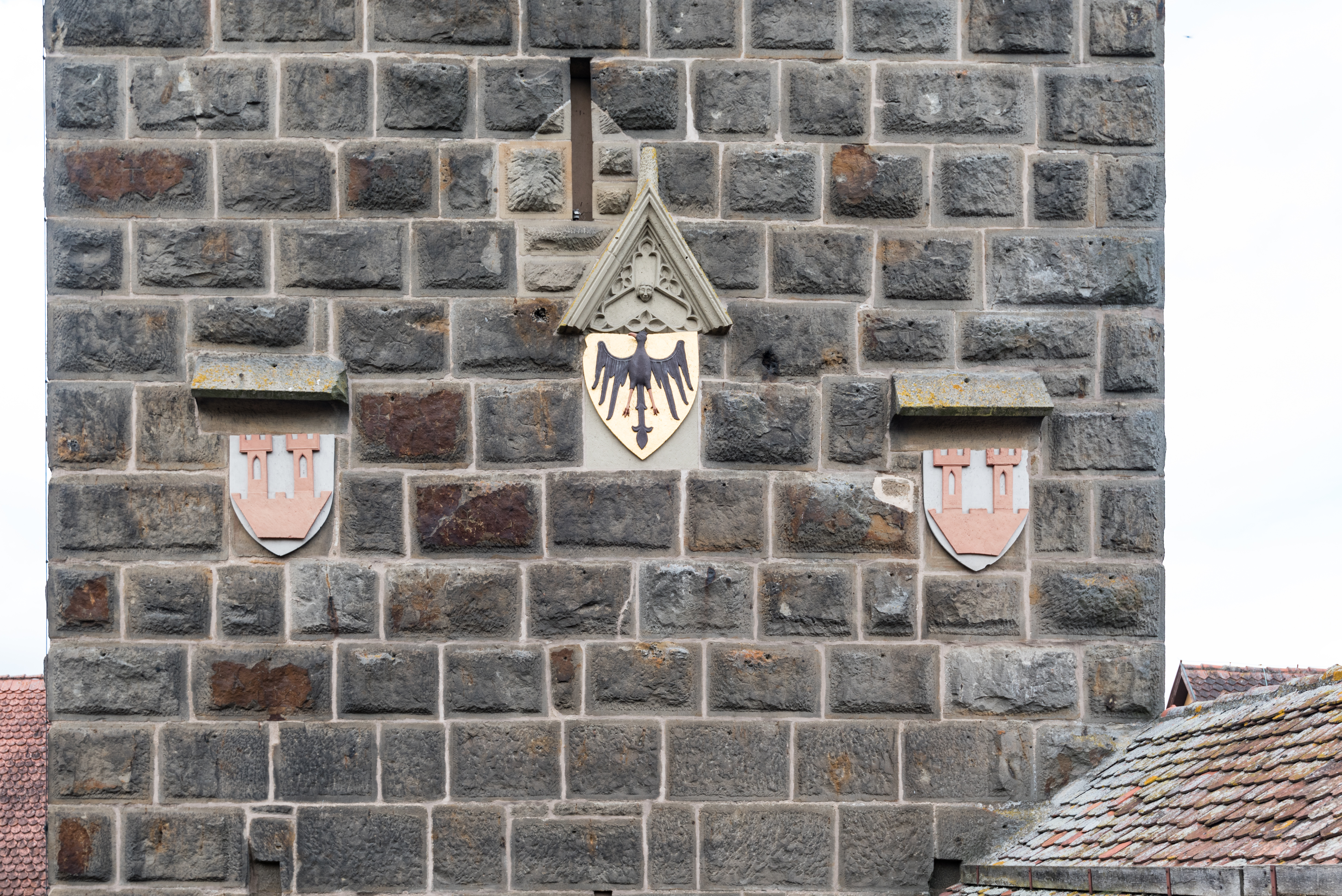
Galgentor, Torturm, Wappen, von Osten weitere Bilder
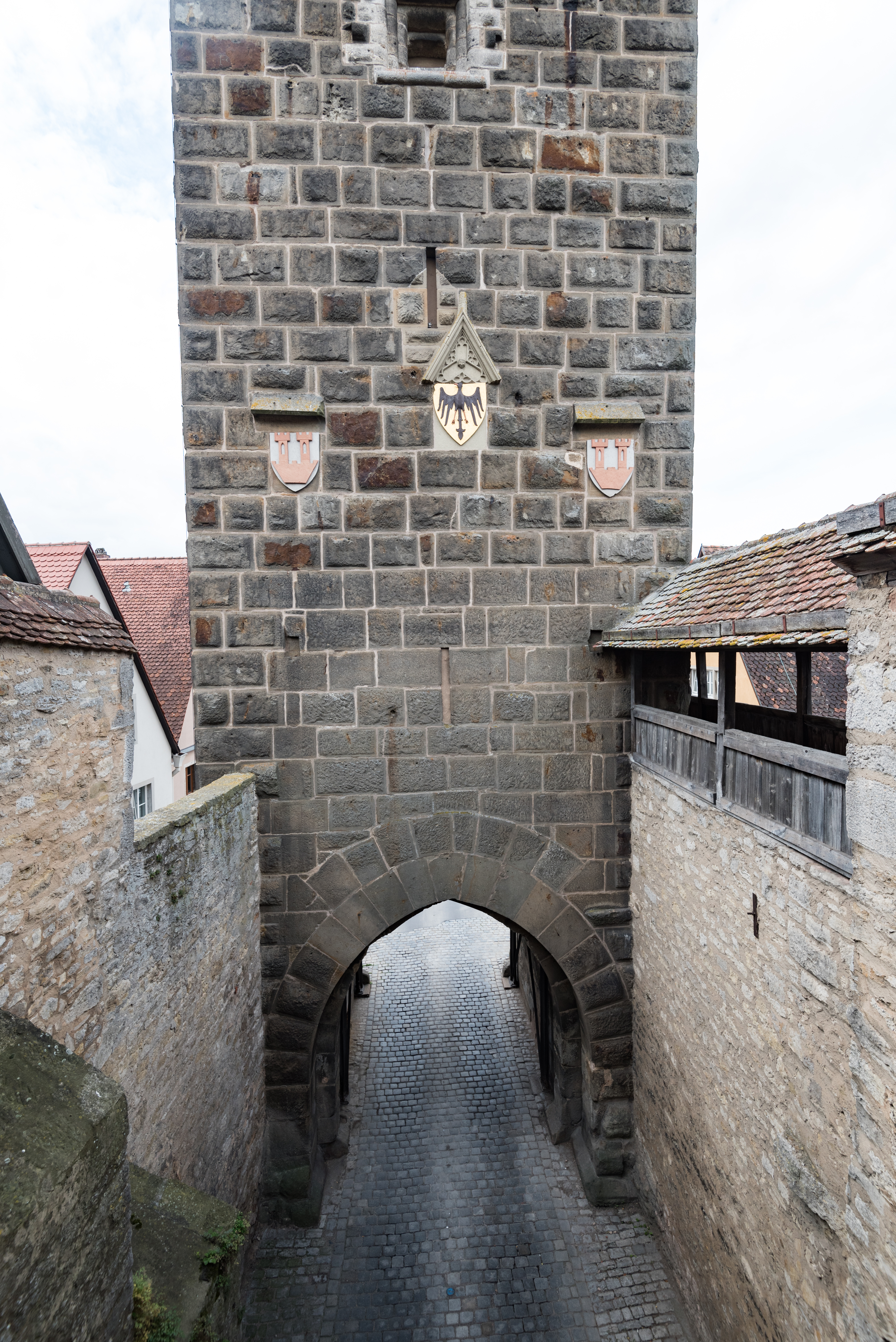
Galgentor, Torturm, Wappen, von Osten weitere Bilder
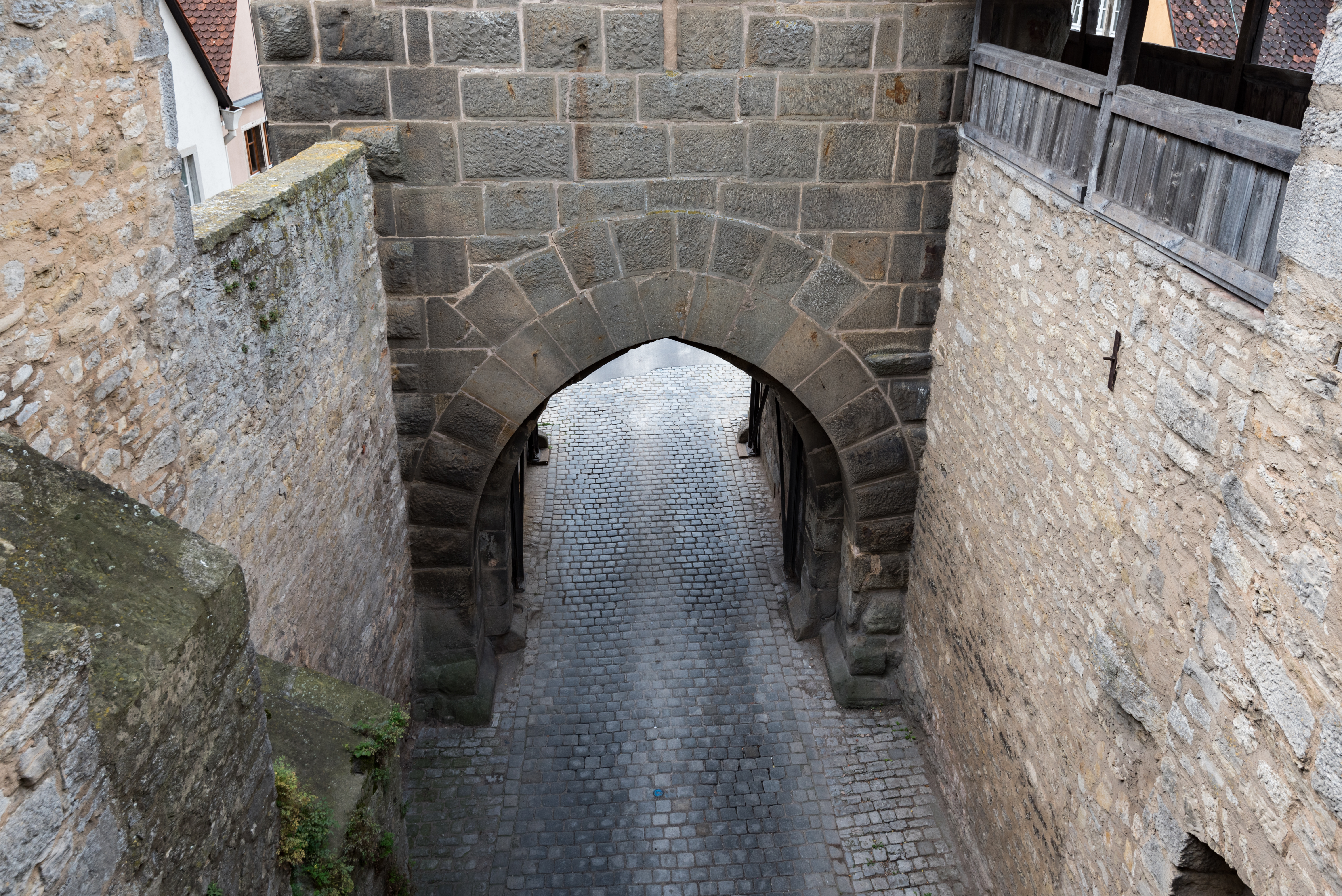
Galgentor, Torturm, von Osten, vom Wahrgang weitere Bilder
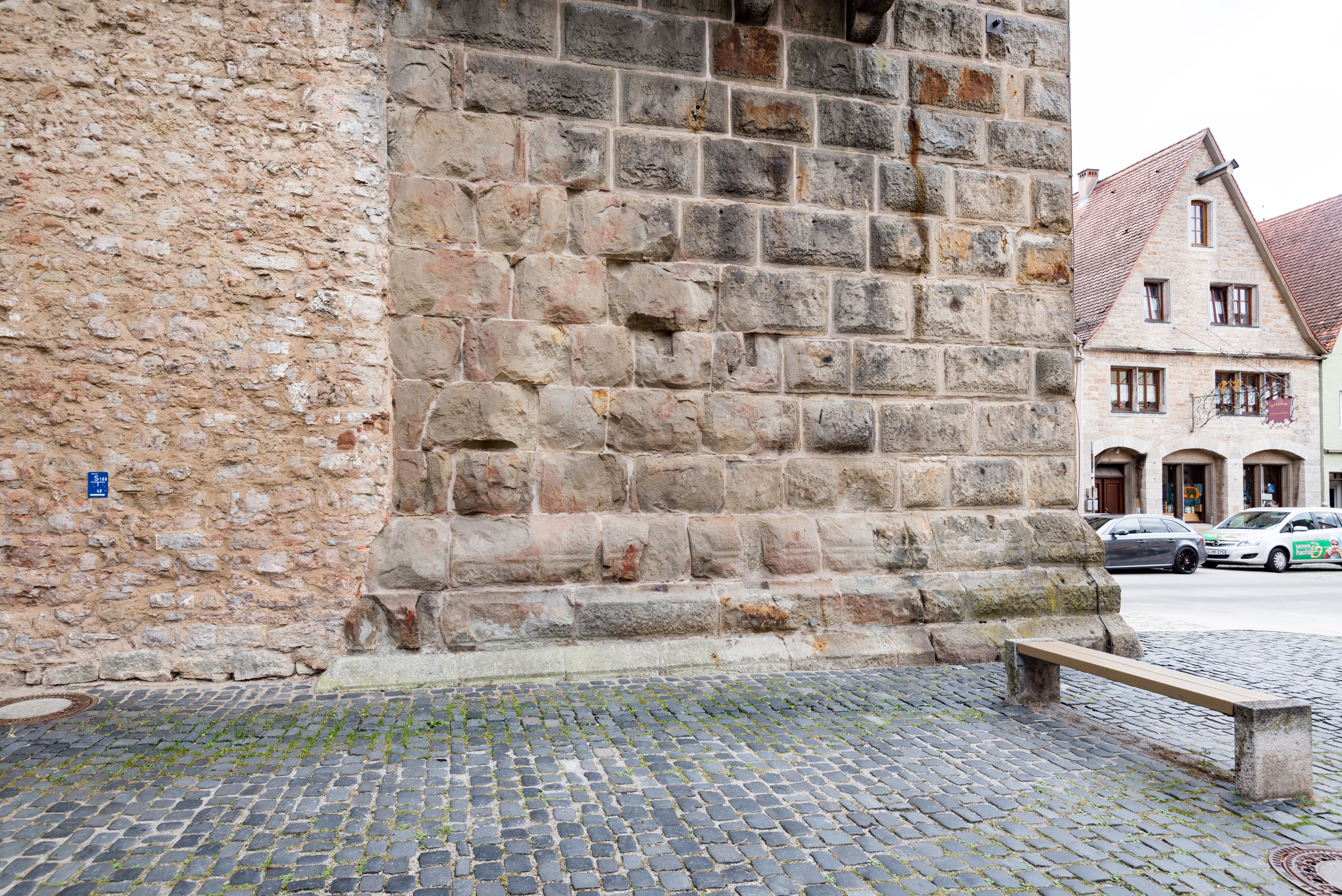
Galgentor, Torturm, von Norden, Stadtseite weitere Bilder
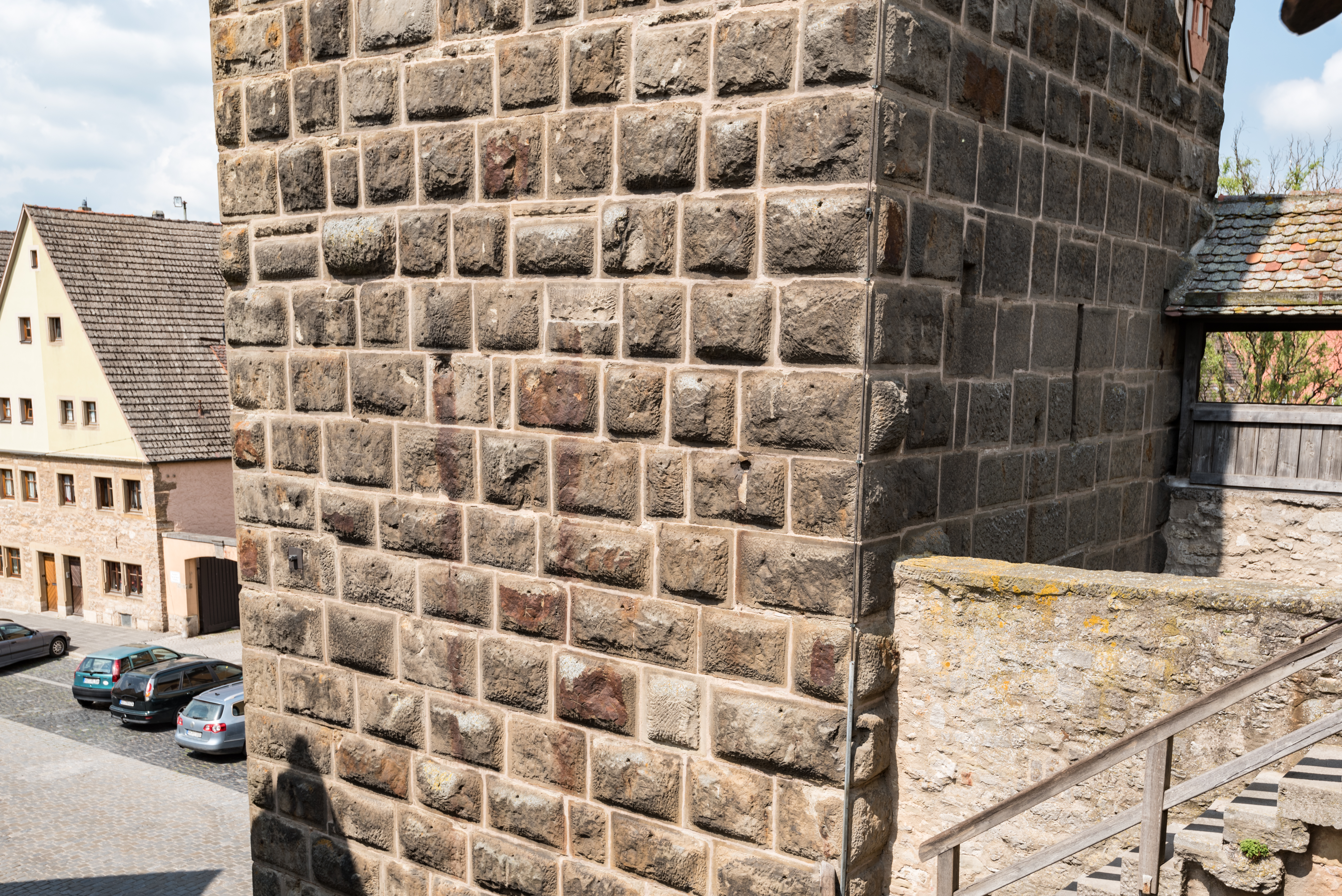
Galgentor, Torturm, von Süden, Stadtseite, vom Wehrgang weitere Bilder
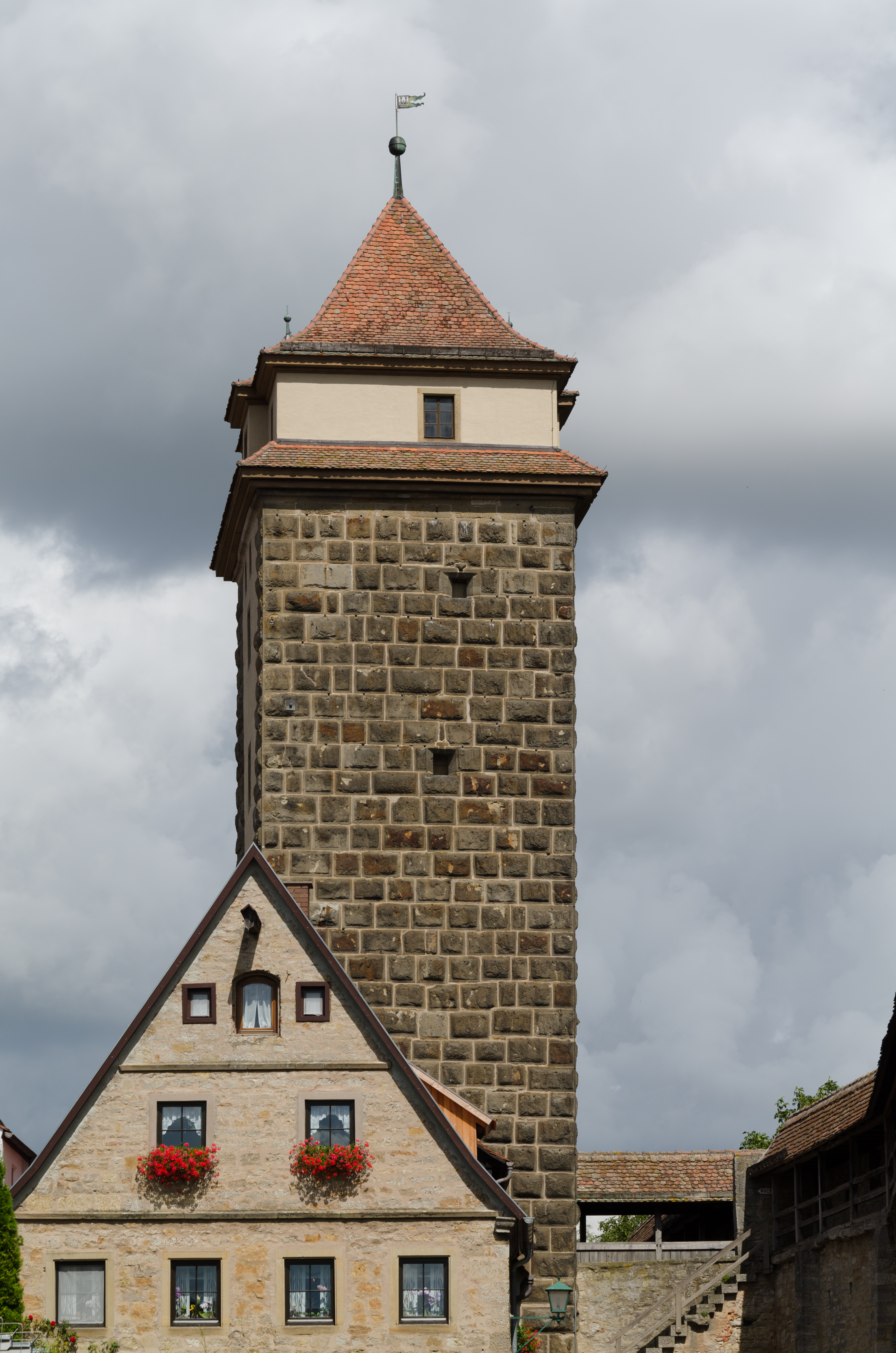
Galgentor, Torturm, von Süden weitere Bilder
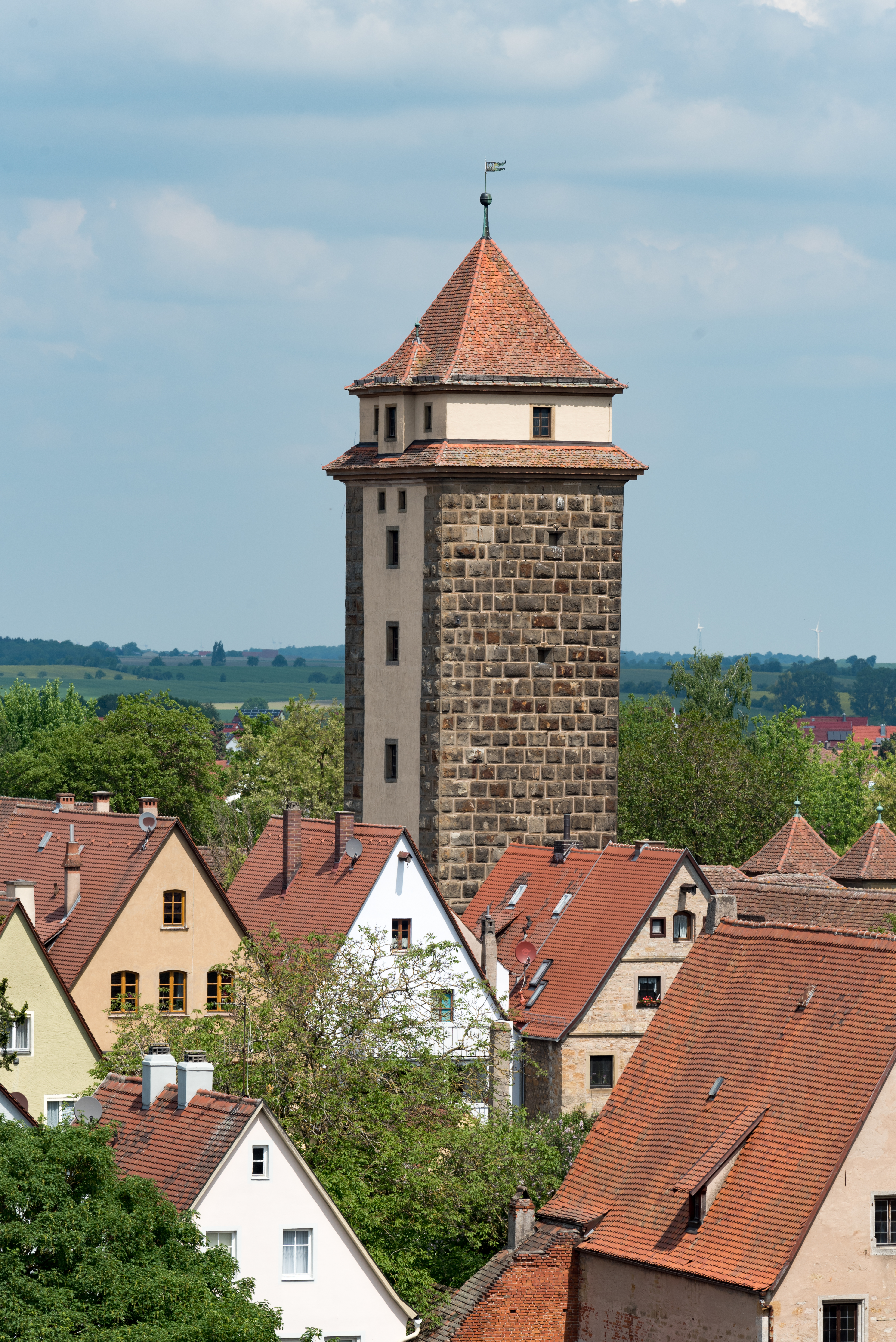
Galgentor, Torturm, von Süden, vom Röderturm weitere Bilder
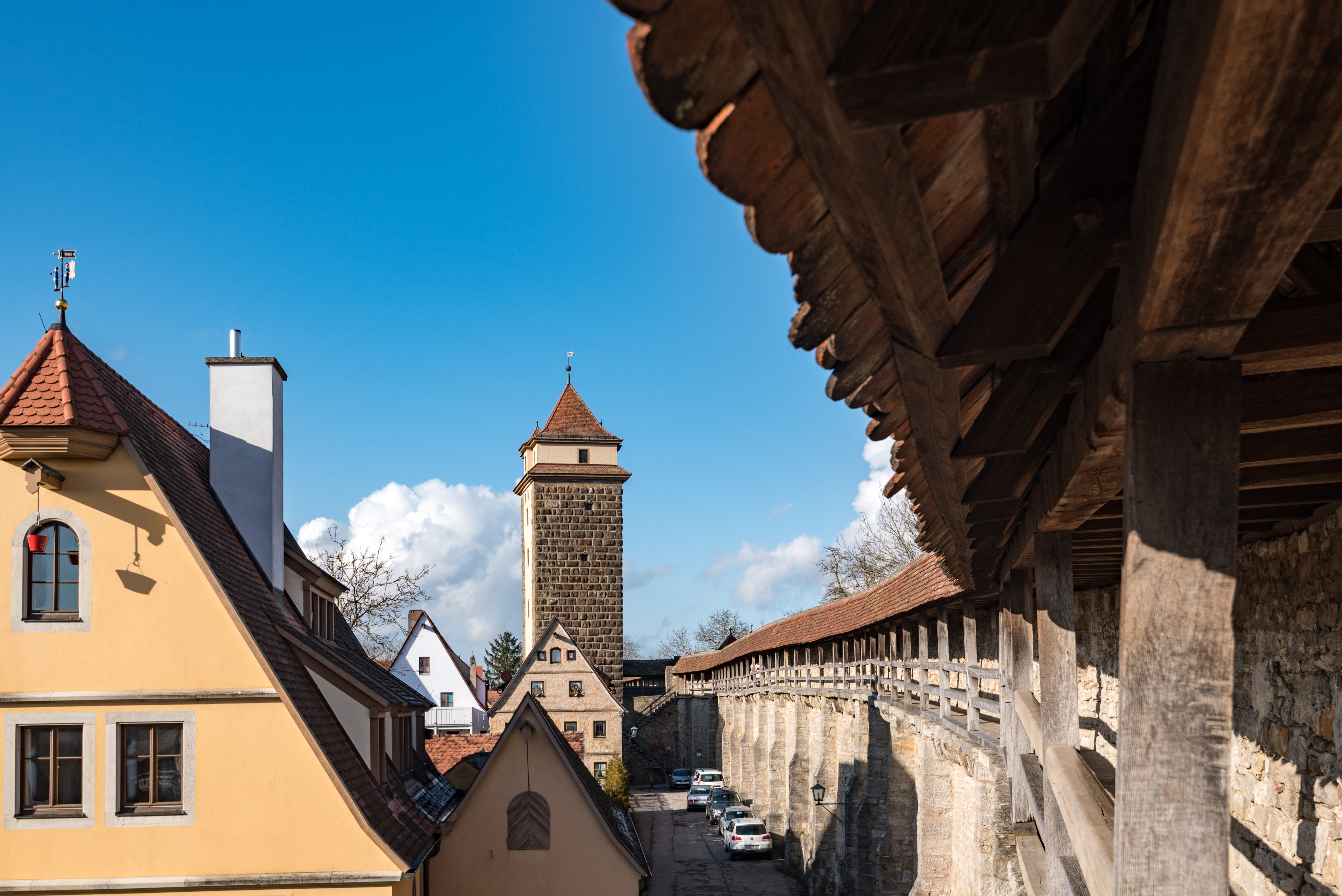
Galgentor, Torturm, von Süden, vom Wehrgang weitere Bilder

#### Vom Galgentor zum Rödertor
Im Abschnitt entlang der Röderschütt vom Galgentor zum Rödertor ist die Mauer in voller Höhe mit begehbarem Wehrgang, zwei Mauertürmen, drei Streichwehren und Zwinger erhalten. Auf der Stadtseite bietet die Mauergasse Röderschütt freien Zugang zur Mauer. Auf der Feldseite wurde der ehemalige Wassergraben verfüllt. Außerhalb der Zwingermauer gewährt ein Gehweg freien Blickzugang zur Hauptmauer.
- Streichwehr zwischen Thomasturm und Würzburger Tor (Lage), zweigeschossiger Bruchsteinbau mit Eckquaderung und Walmdach, 1430
- Wachturm, sogenannter Thomasturm (Lage), quadratischer Bruchsteinbau mit Eckquaderung zu drei Geschossen mit abknickendem Zeltdach, zweites Viertel 14. Jahrhundert
- Streichwehr beim Weiberturm (Lage), quadratischer Bruchsteinbau mit Eckquaderung zu zwei Geschossen, mit Walmdach, 1430
- Wachturm, sogenannter Weiberturm (Lage), zweigeschossiger Rundturm aus Bruchstein mit Kegeldach, erstes Viertel 15. Jahrhundert
- Zwinger (Lage), Reste erhalten
- Streichwehr oberhalb des Rödertors (Lage), querrechteckiger Buckelquaderbau zu zwei geschossen mit Walmdach, 1430

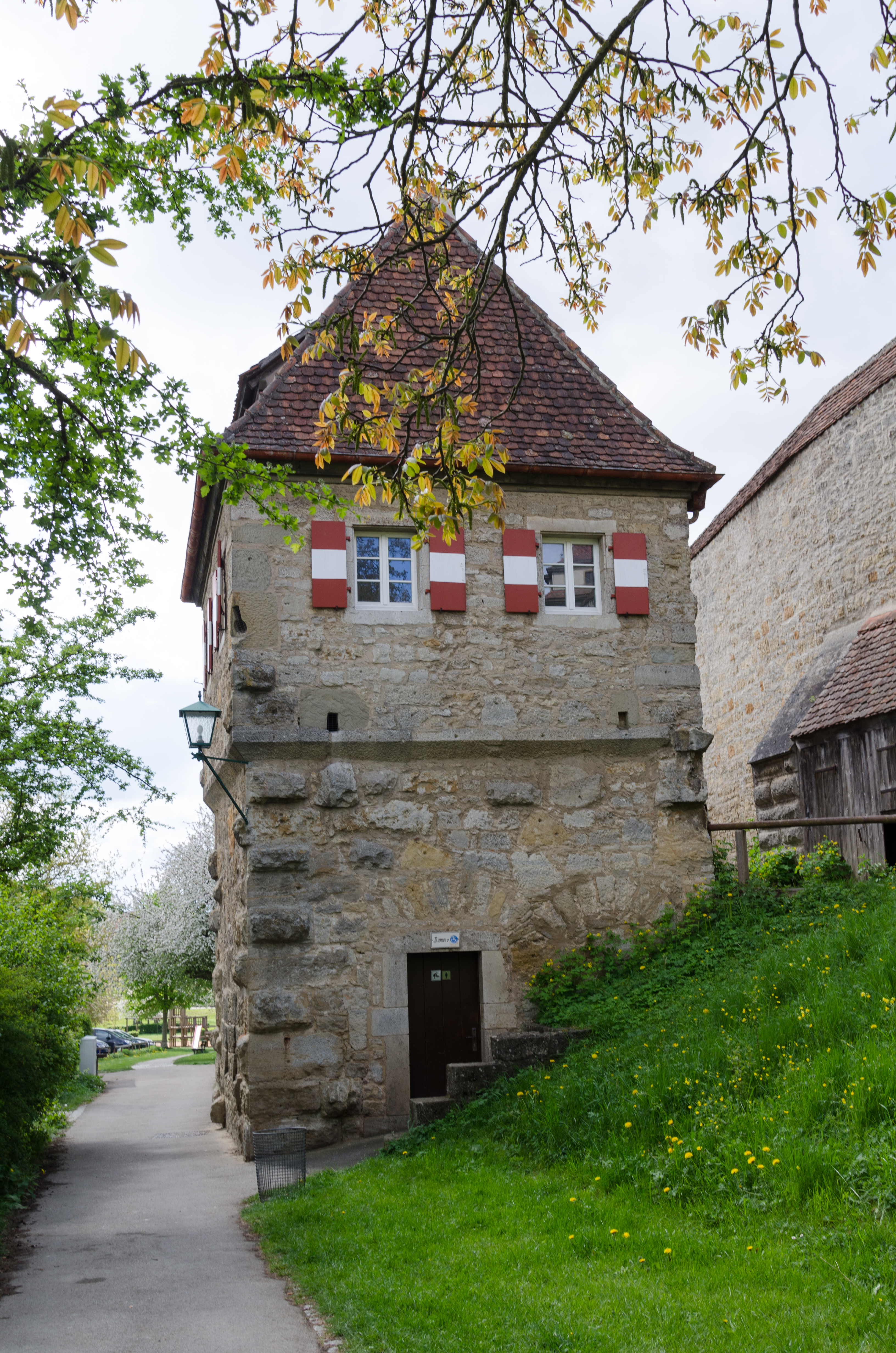
Streichwehr zwischen Thomasturm und Galgentor, von Norden weitere Bilder
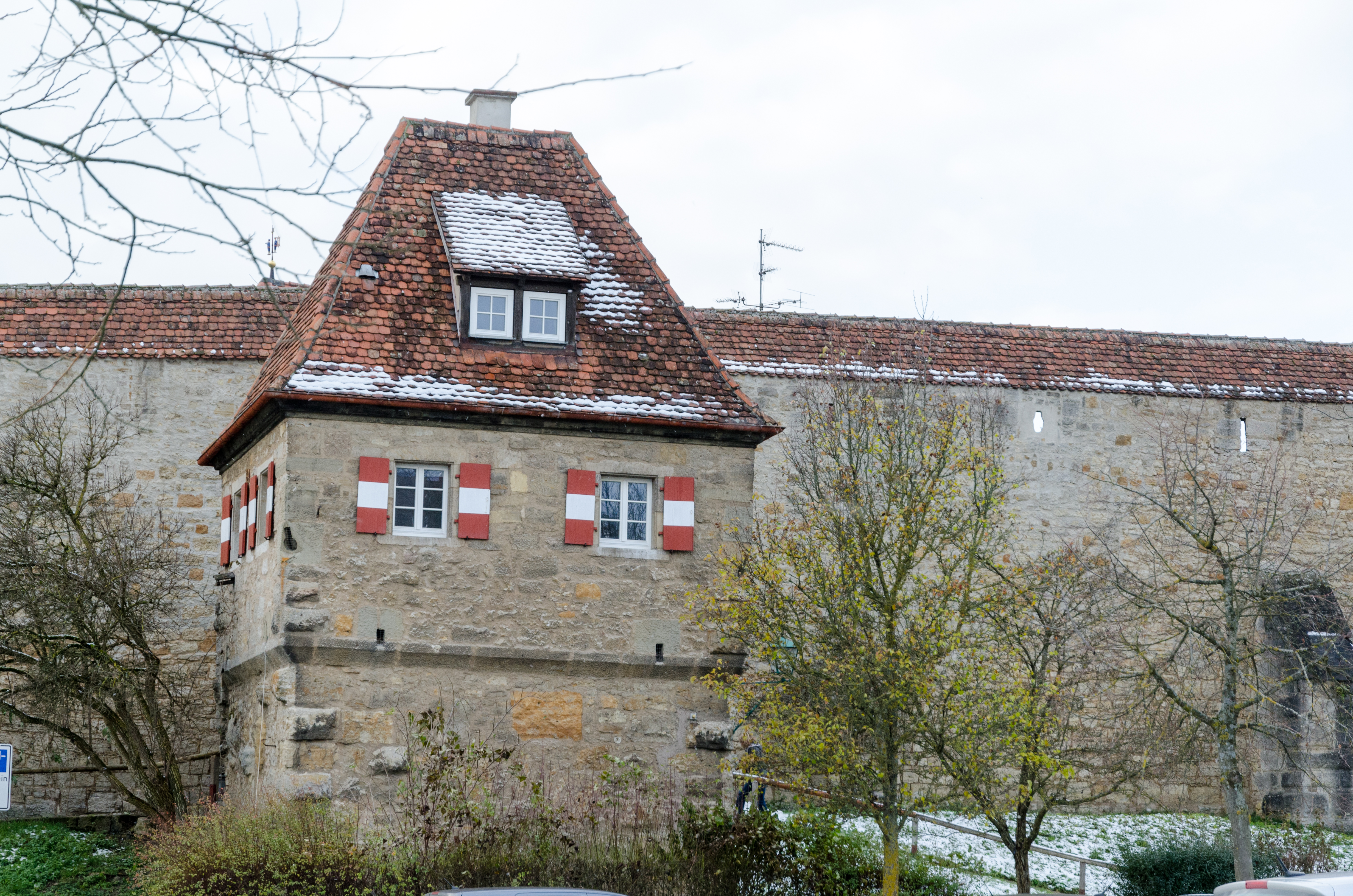
Streichwehr zwischen Thomasturm und Galgentor, von Osten weitere Bilder
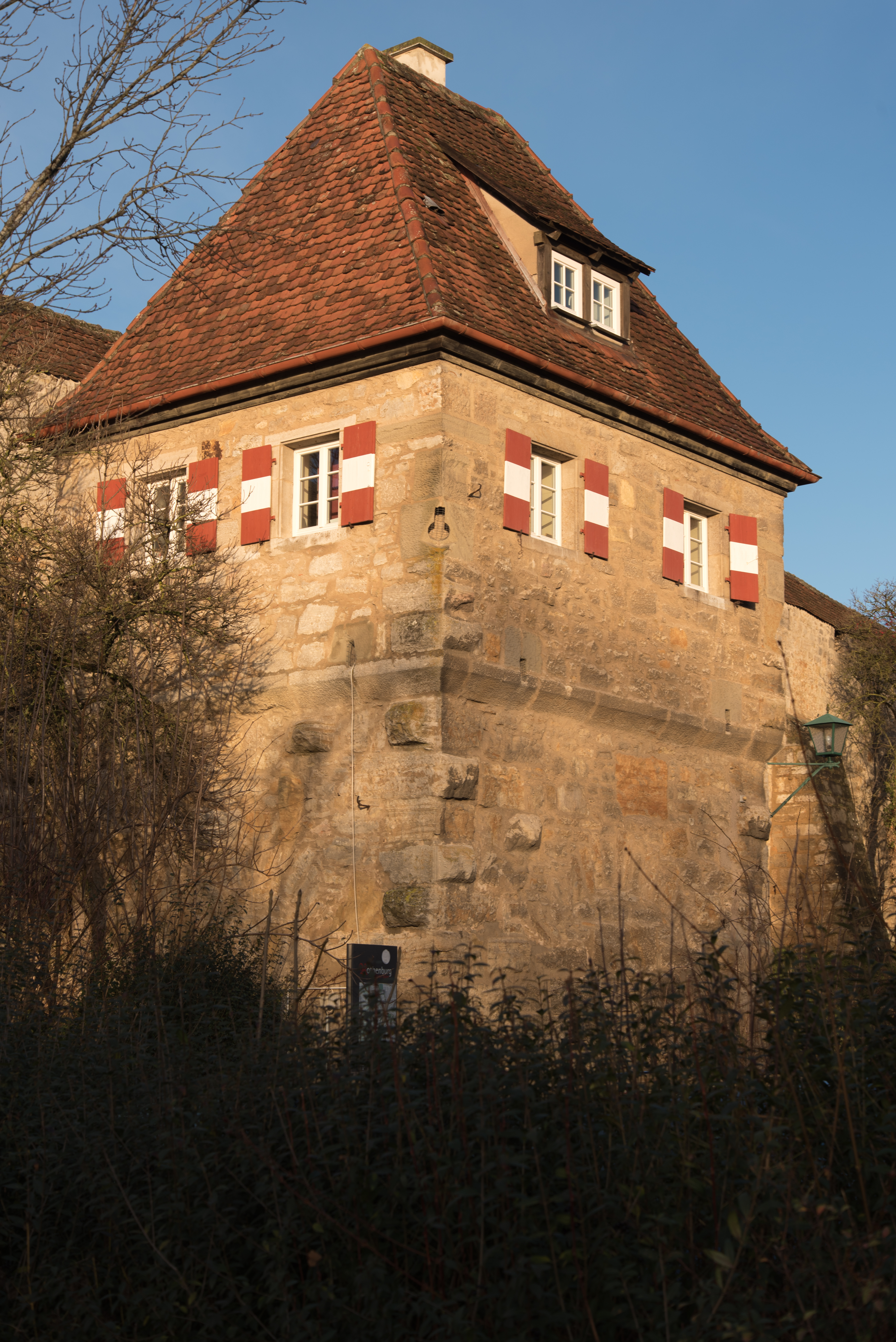
Streichwehr zwischen Thomasturm und Galgentor, von Osten weitere Bilder
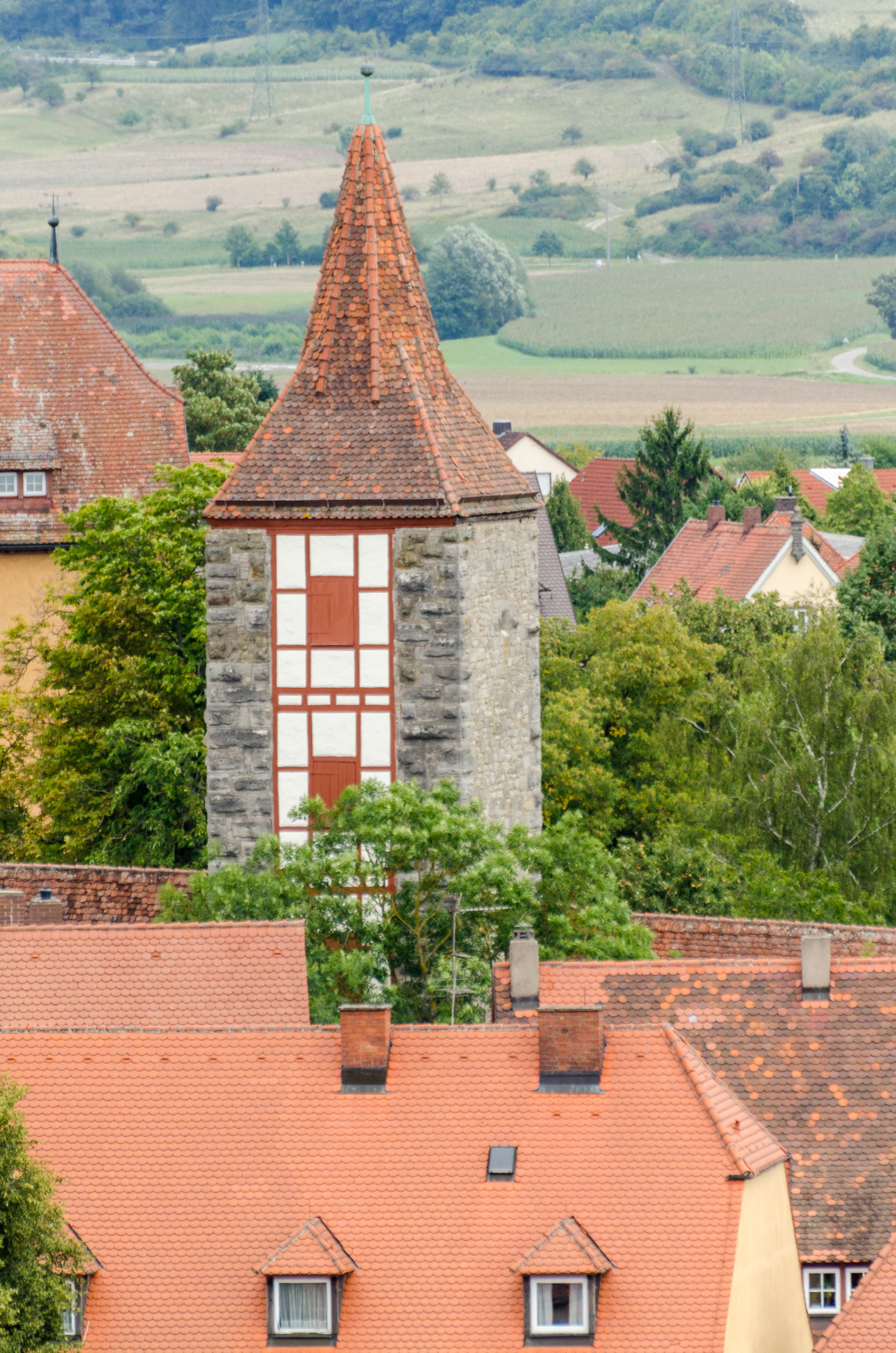
Thomasturm, von Westen, vom Rathausturm weitere Bilder
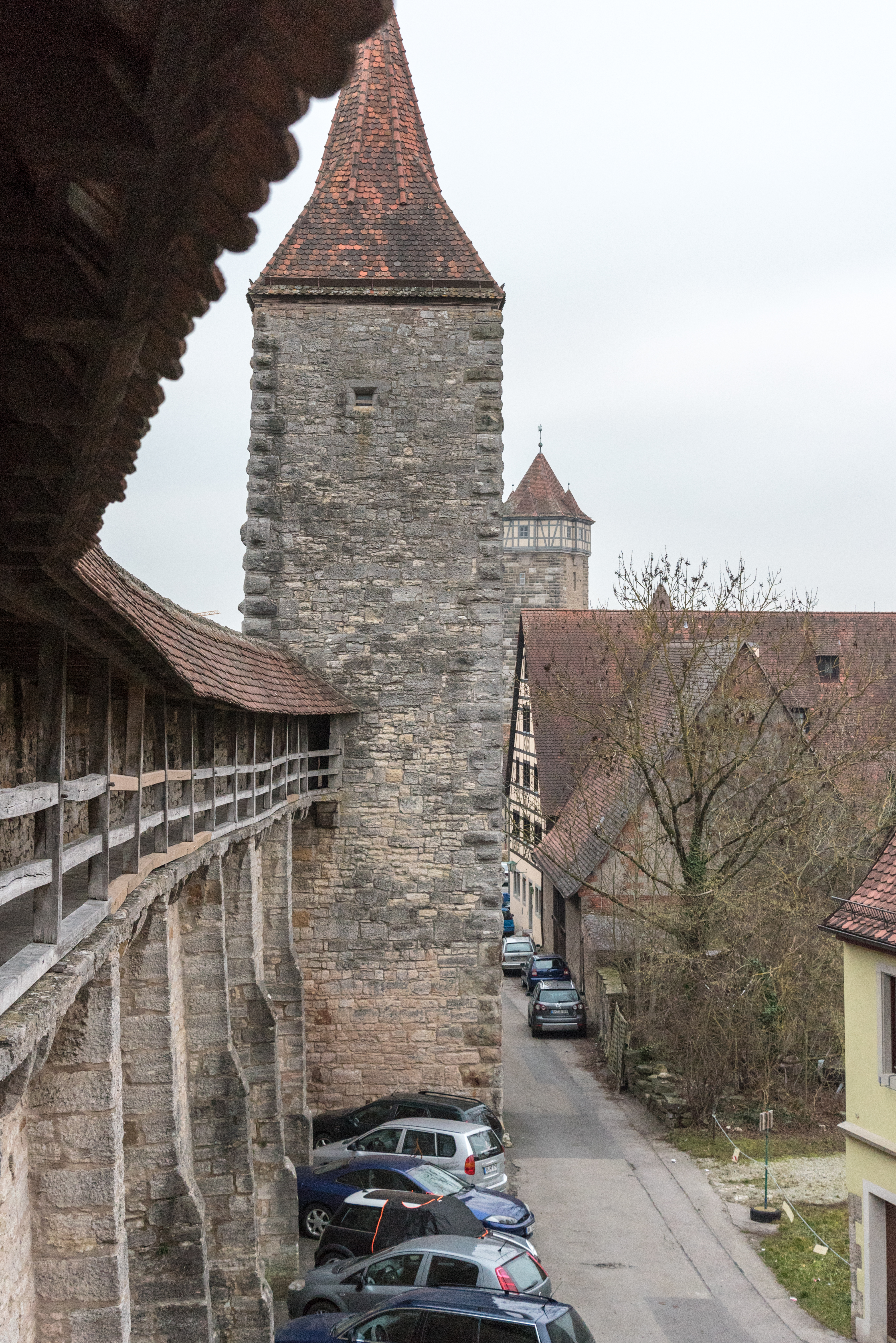
Thomasturm, von Norden, vom Wehrgang weitere Bilder
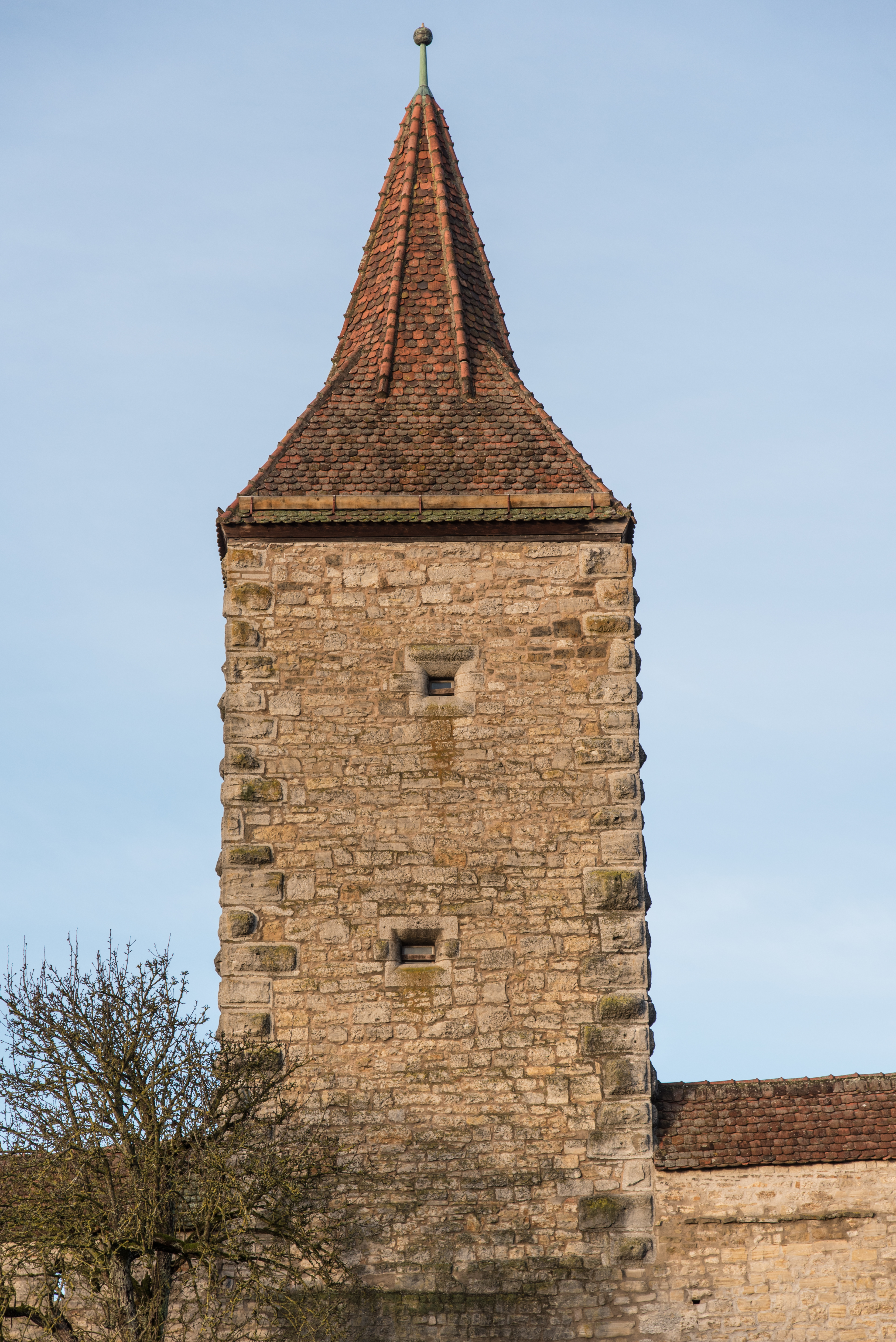
Thomasturm, Feldseite weitere Bilder
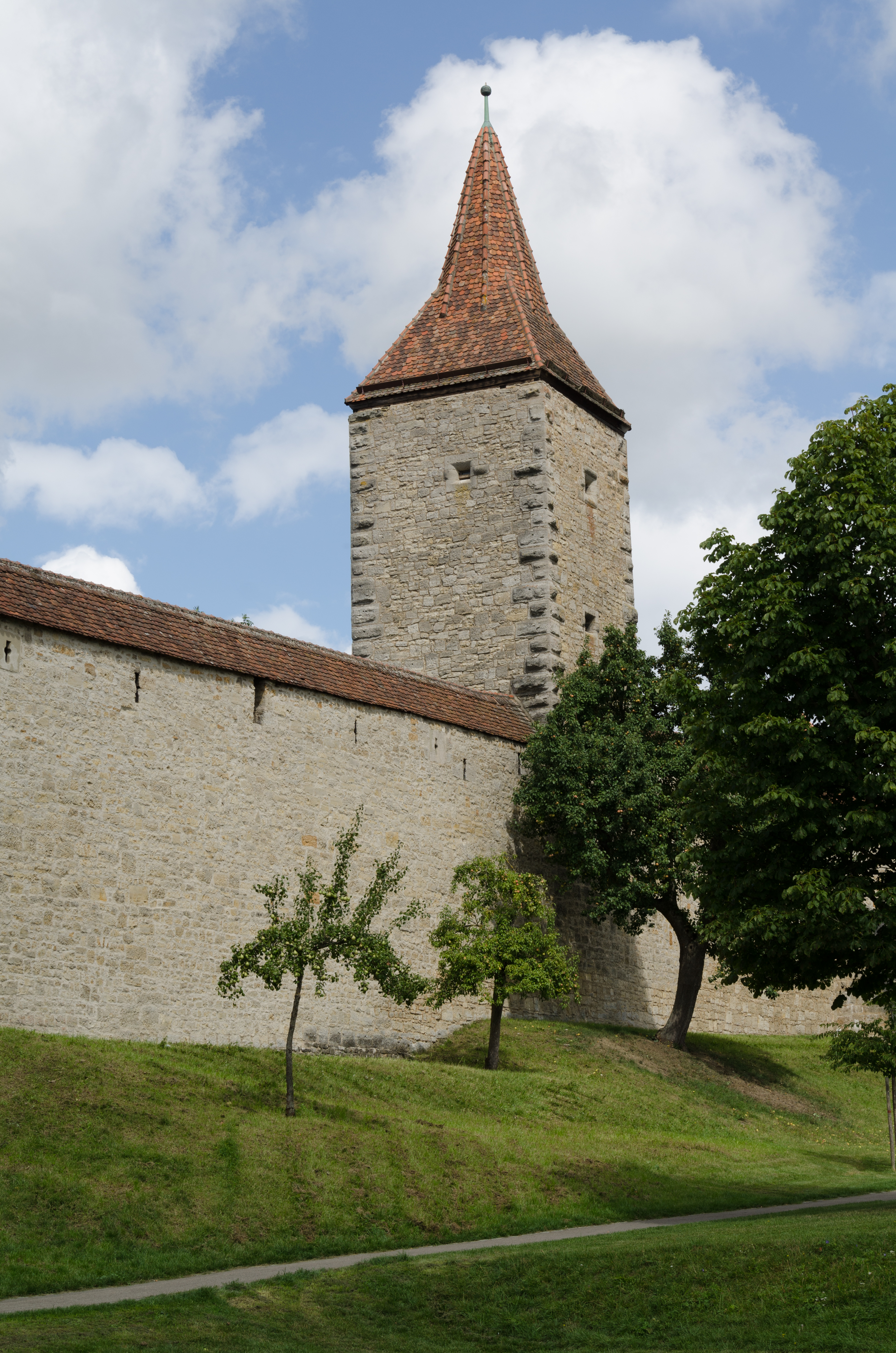
Thomasturm, Feldseite weitere Bilder
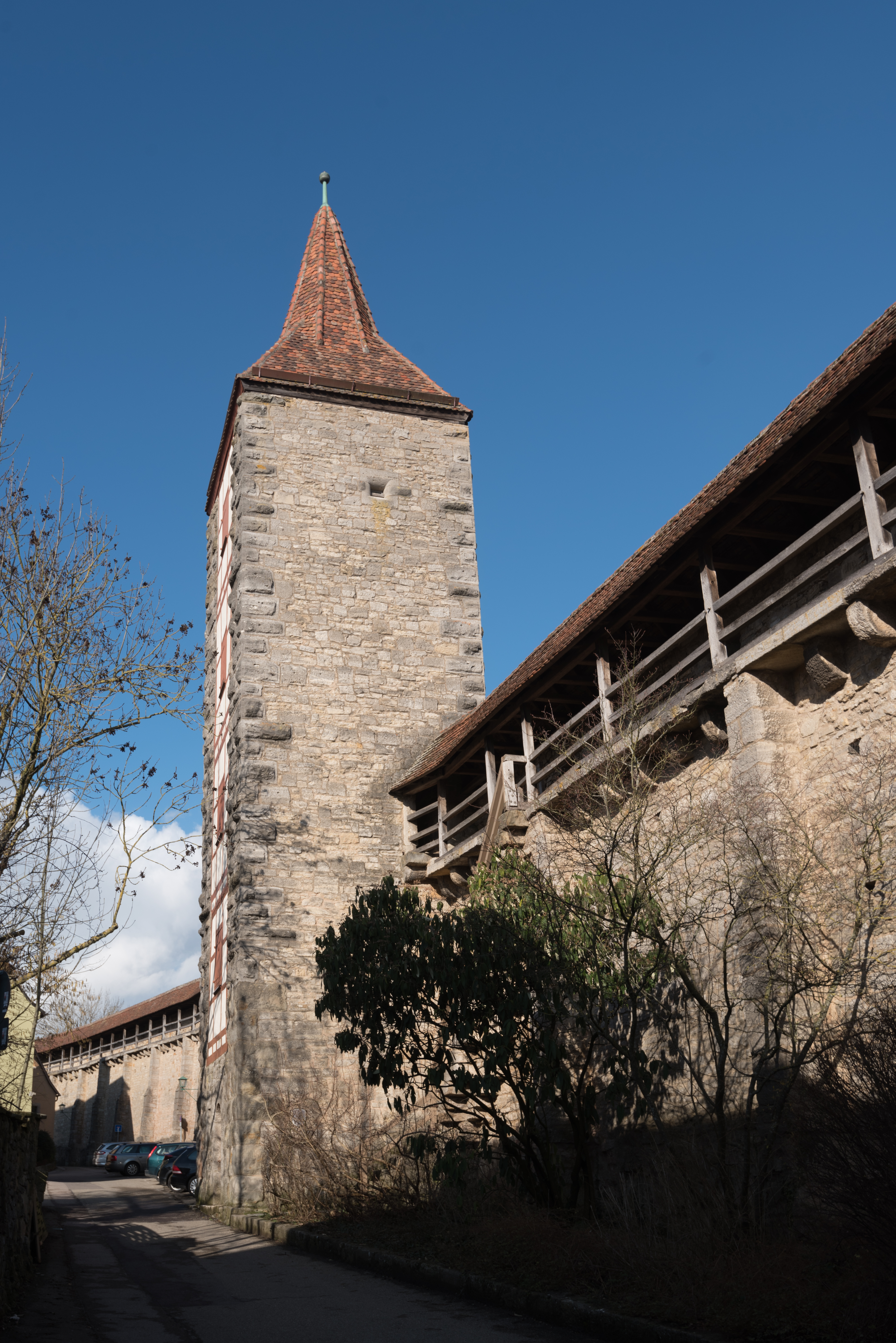
Thomasturm, Stadtseite, von Süden weitere Bilder
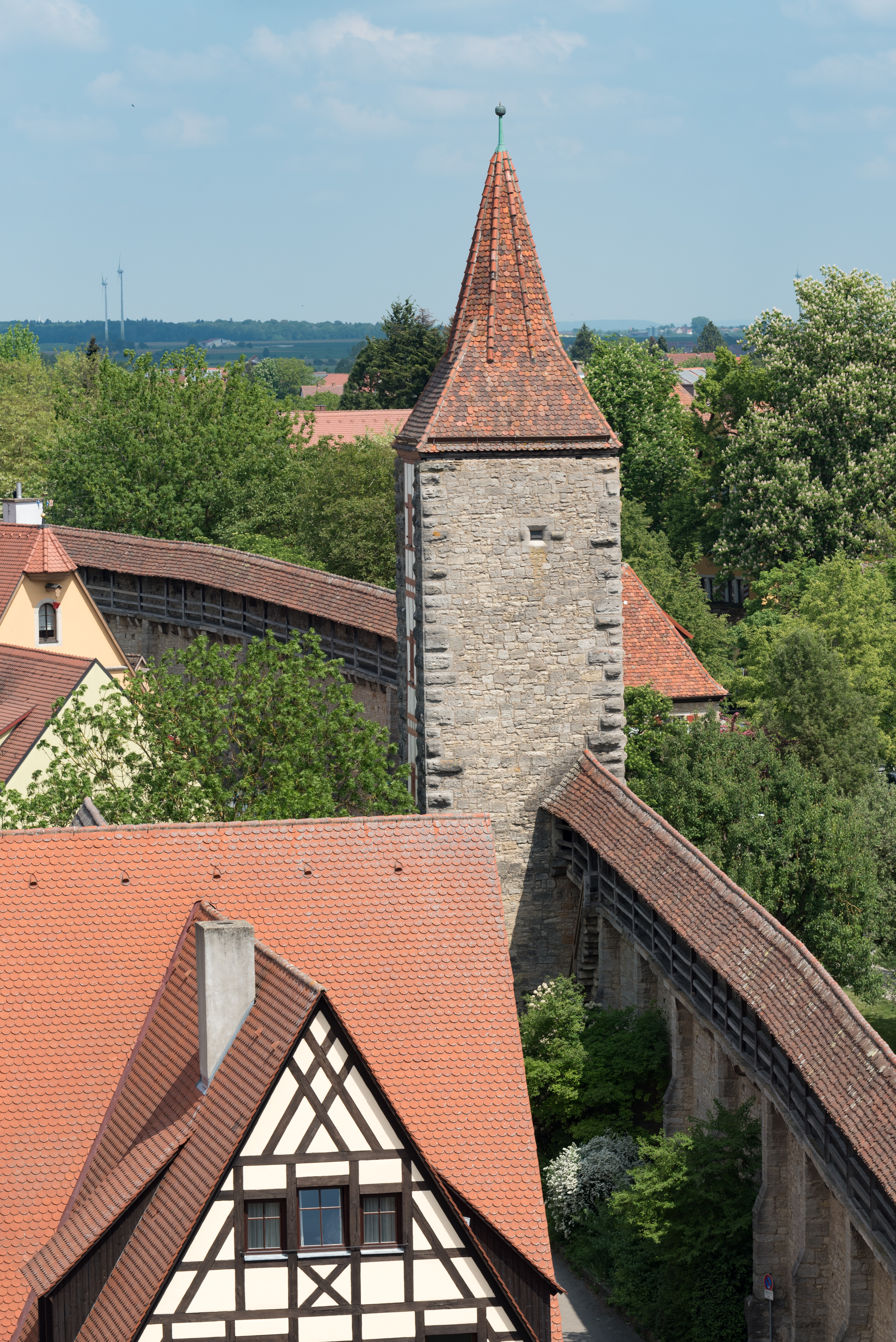
Thomasturm, von Süden, vom Röderturm weitere Bilder
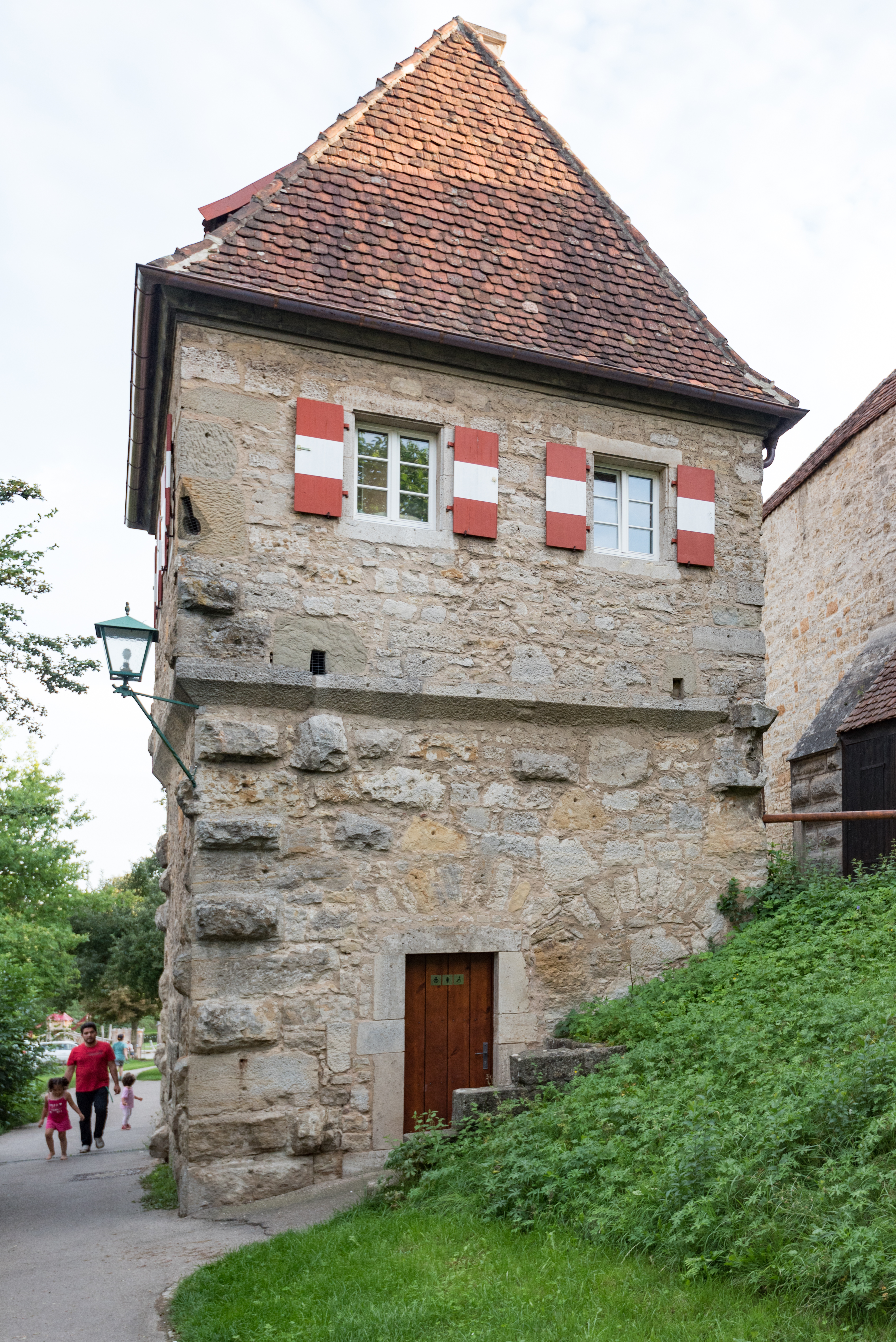
Streichwehr beim Weiberturm, von Norden weitere Bilder
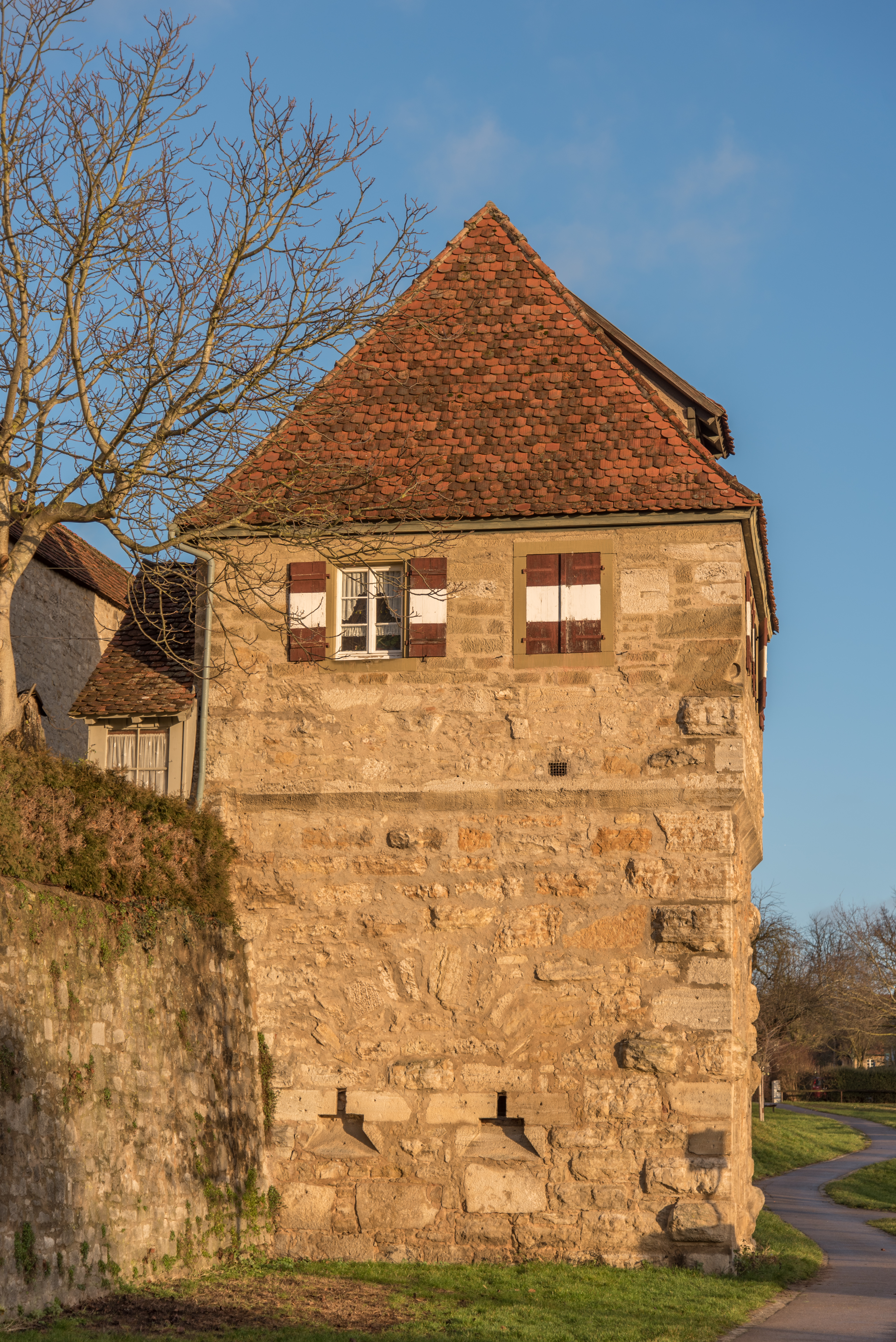
Streichwehr beim Weiberturm, von Osten weitere Bilder
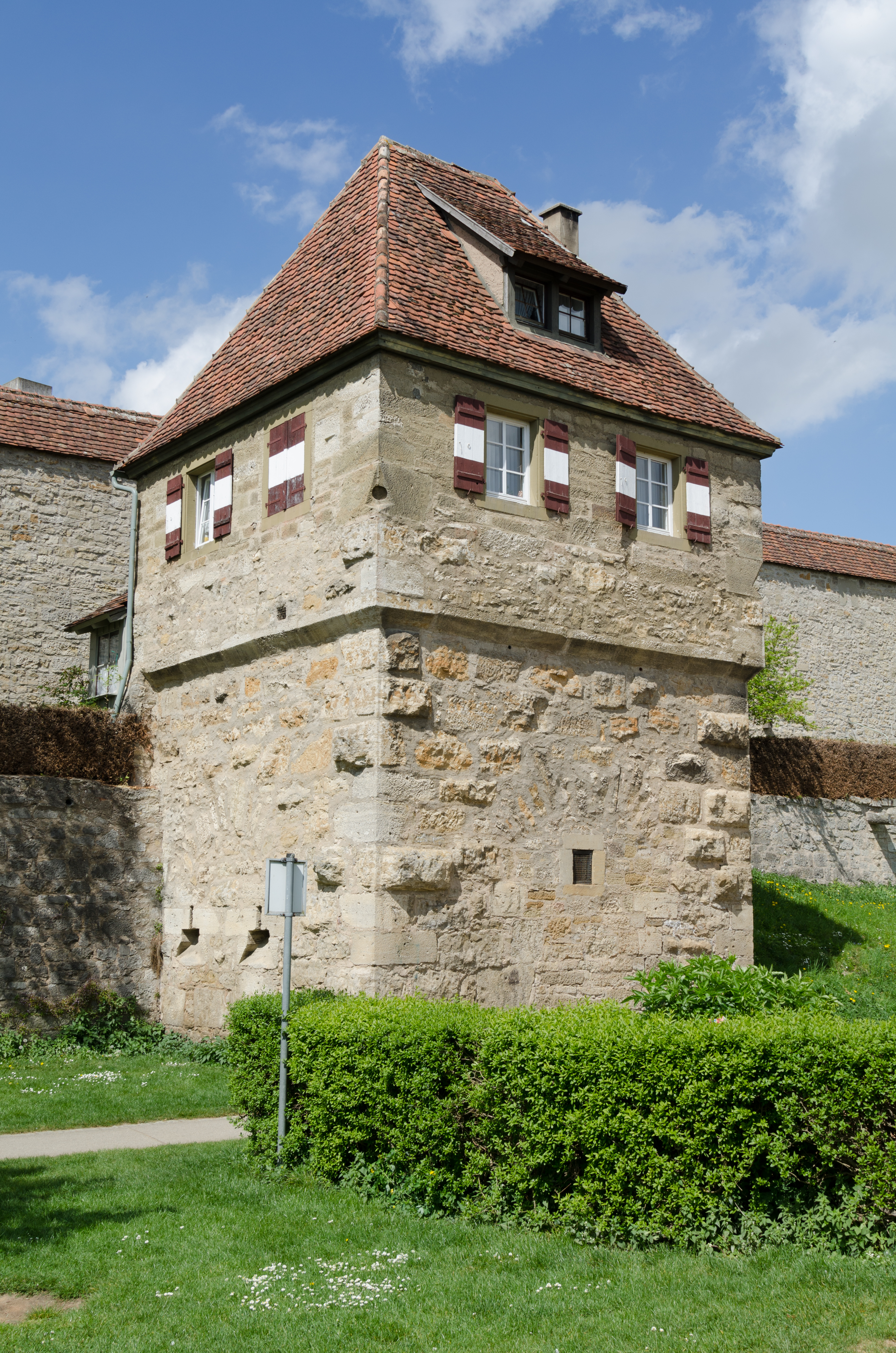
Streichwehr beim Weiberturm, von Süden weitere Bilder
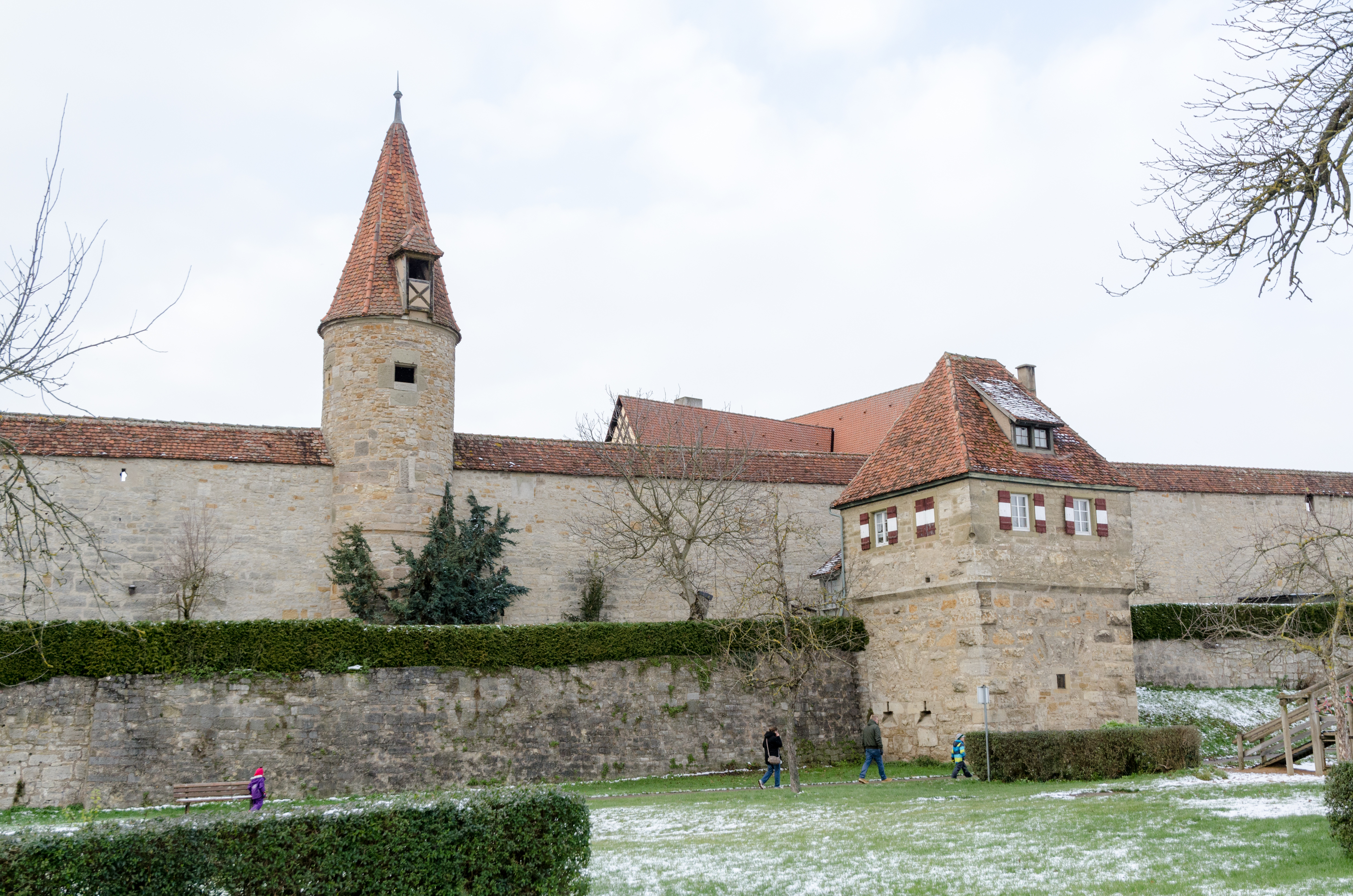
Weiberturm und Streichwehr, Feldseite weitere Bilder
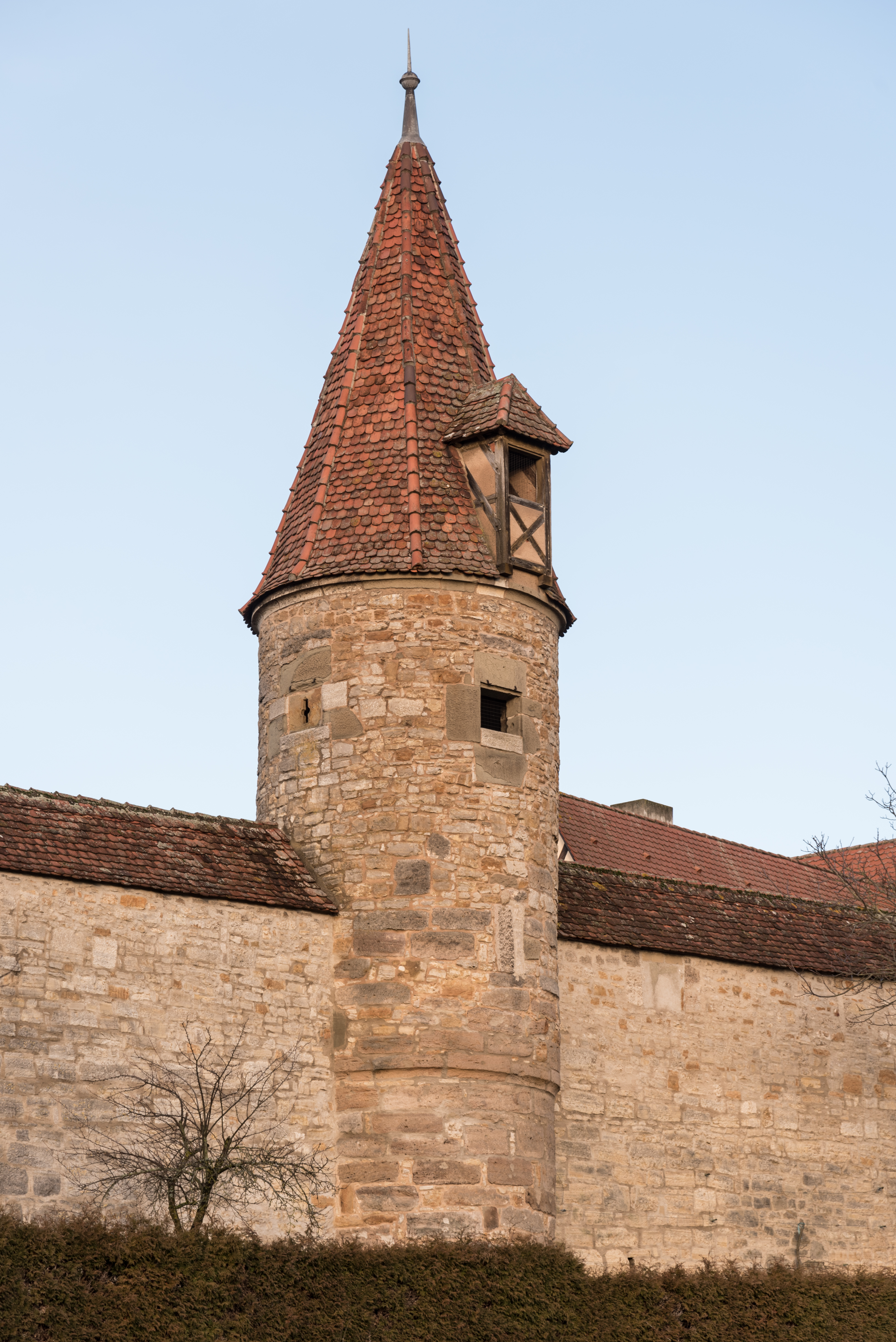
Weiberturm, Feldseite weitere Bilder
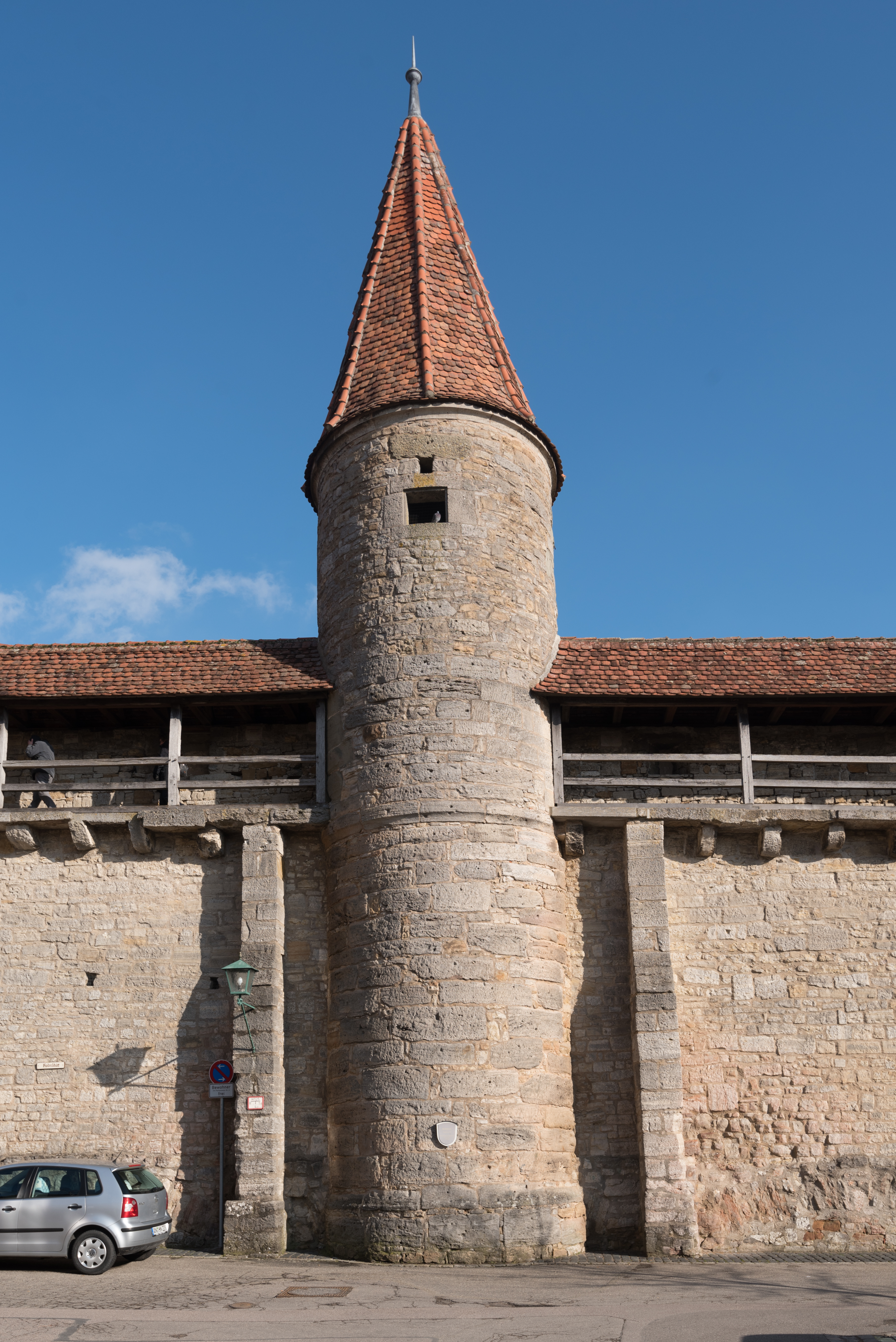
Weiberturm, Stadtseite weitere Bilder
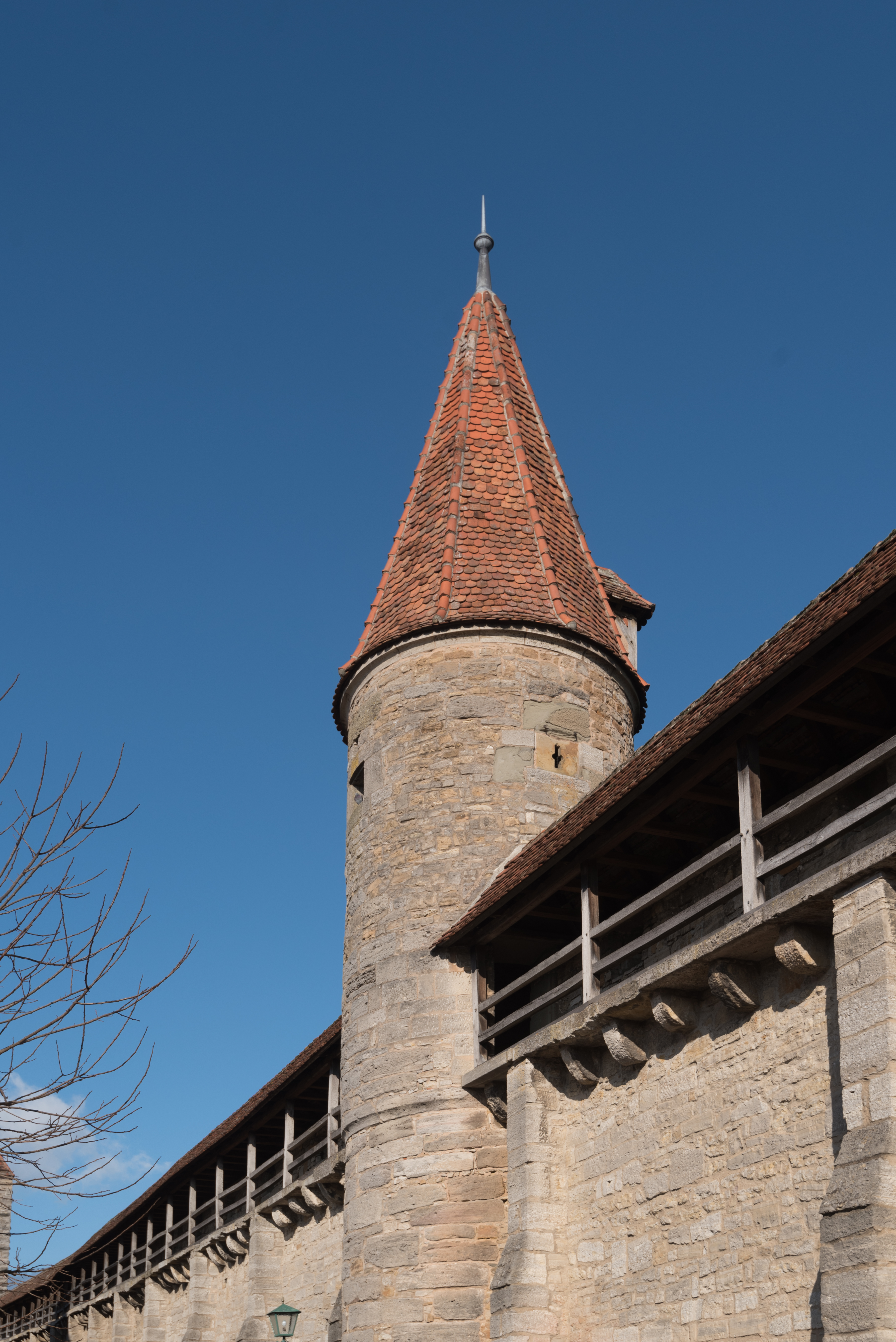
Weiberturm, Stadtseite weitere Bilder
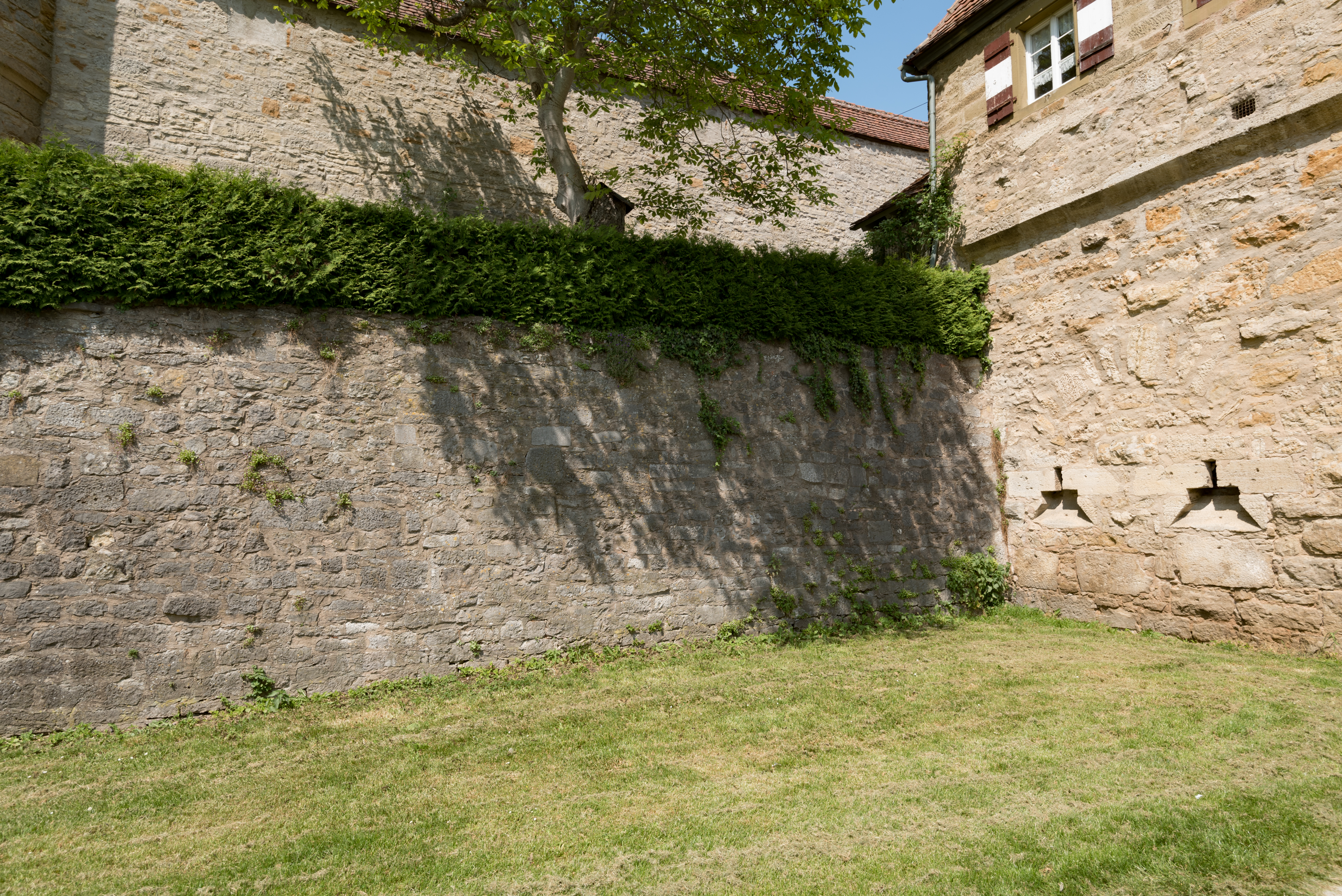
Weiberturm, Stadtseite weitere Bilder
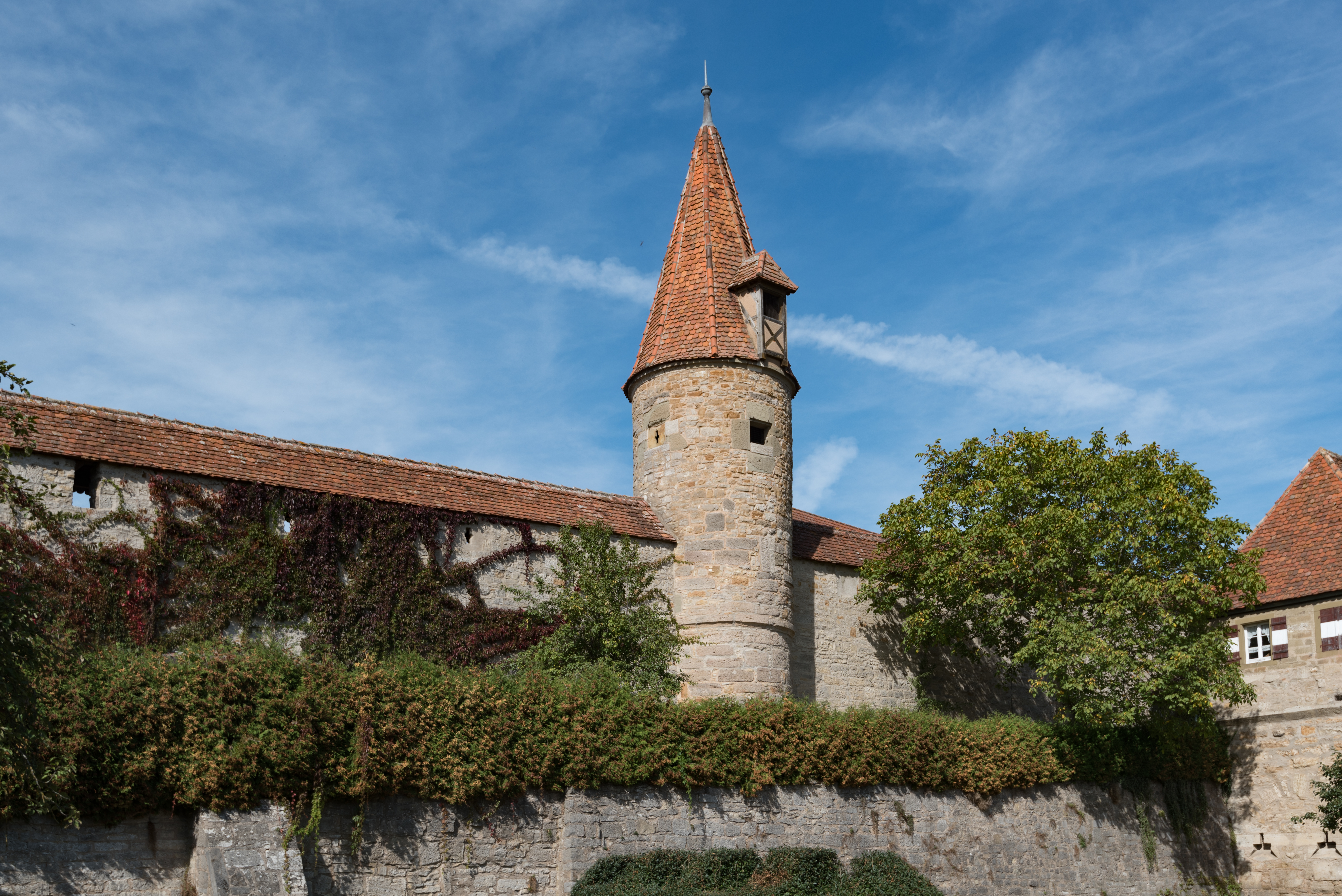
Zwingermauer südlich des Streichwehrs am Weiberturm weitere Bilder
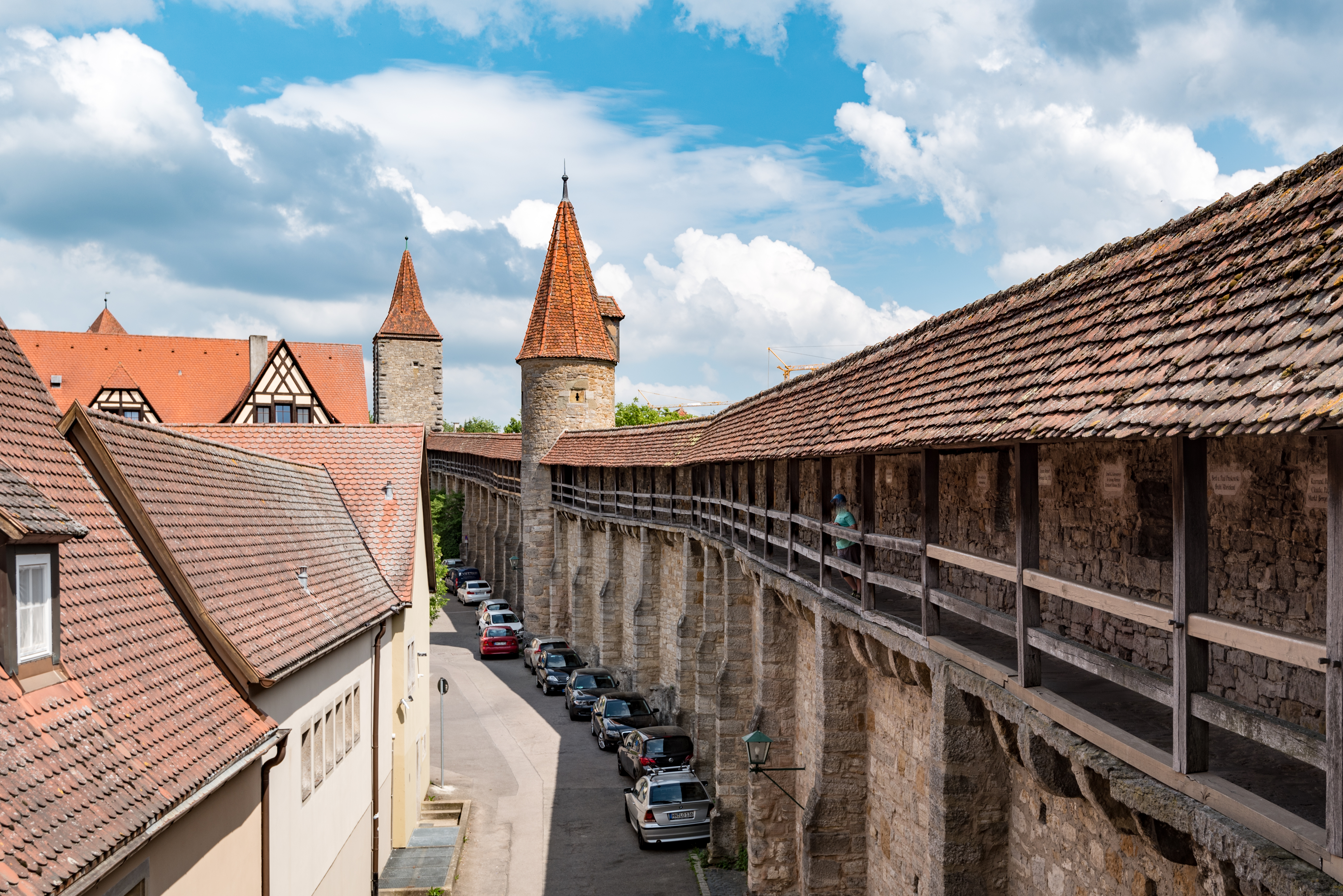
Thomasturm, Weiberturm und Wehrgang, von Süden weitere Bilder
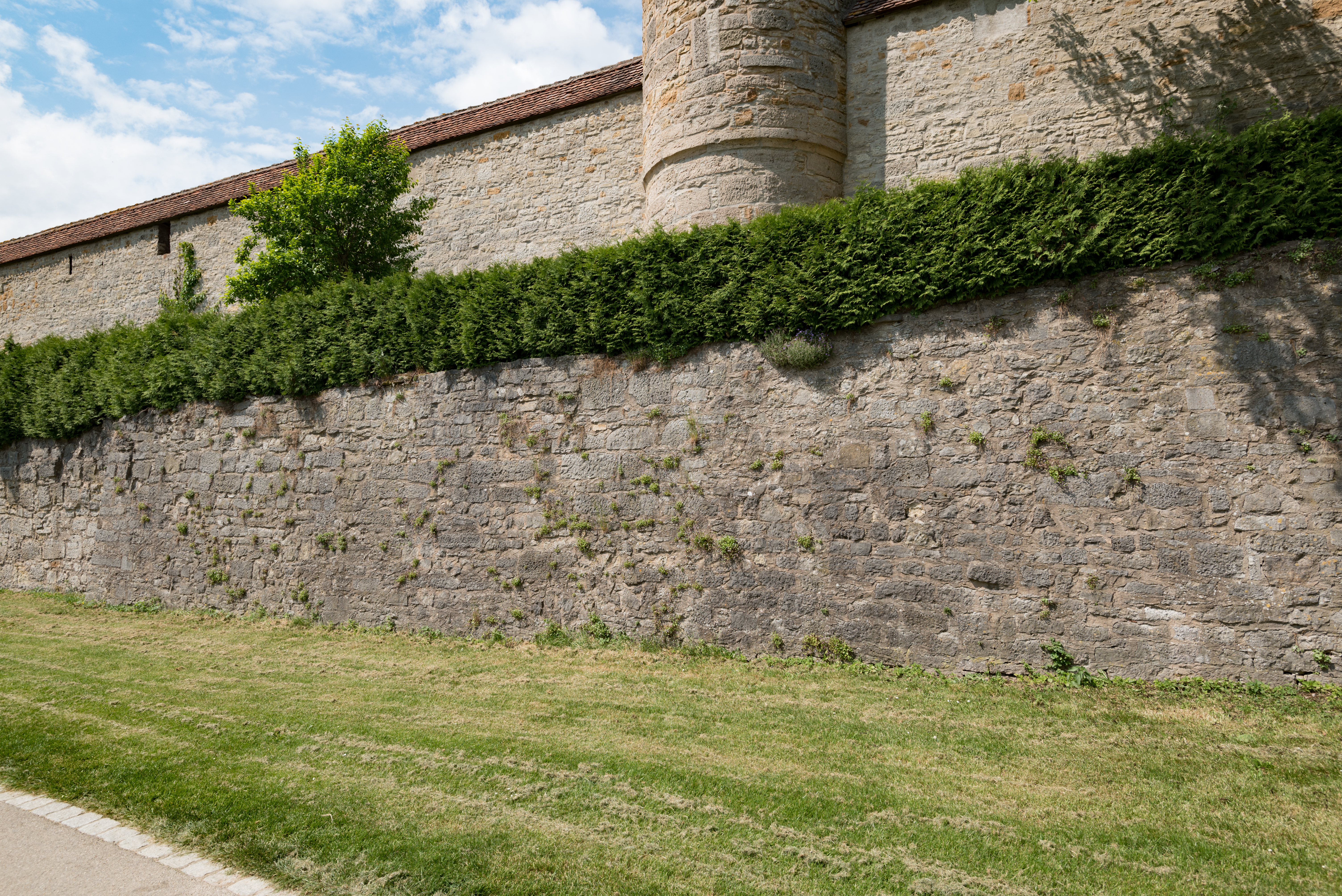
Zwingermauer am Weiberturm weitere Bilder
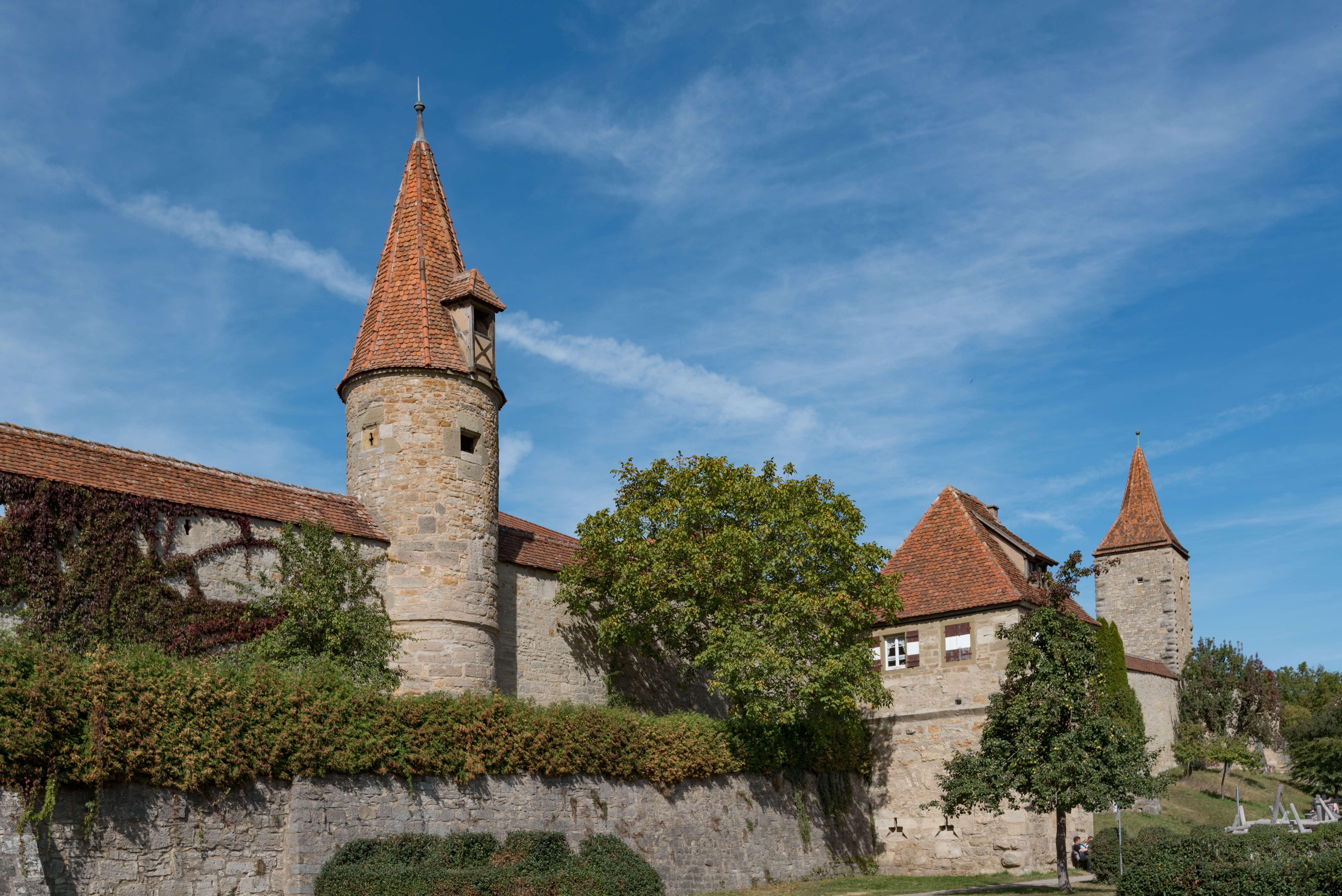
Weiberturm, Streichwehr, Zwinger und Thomasturm, von Südosten weitere Bilder
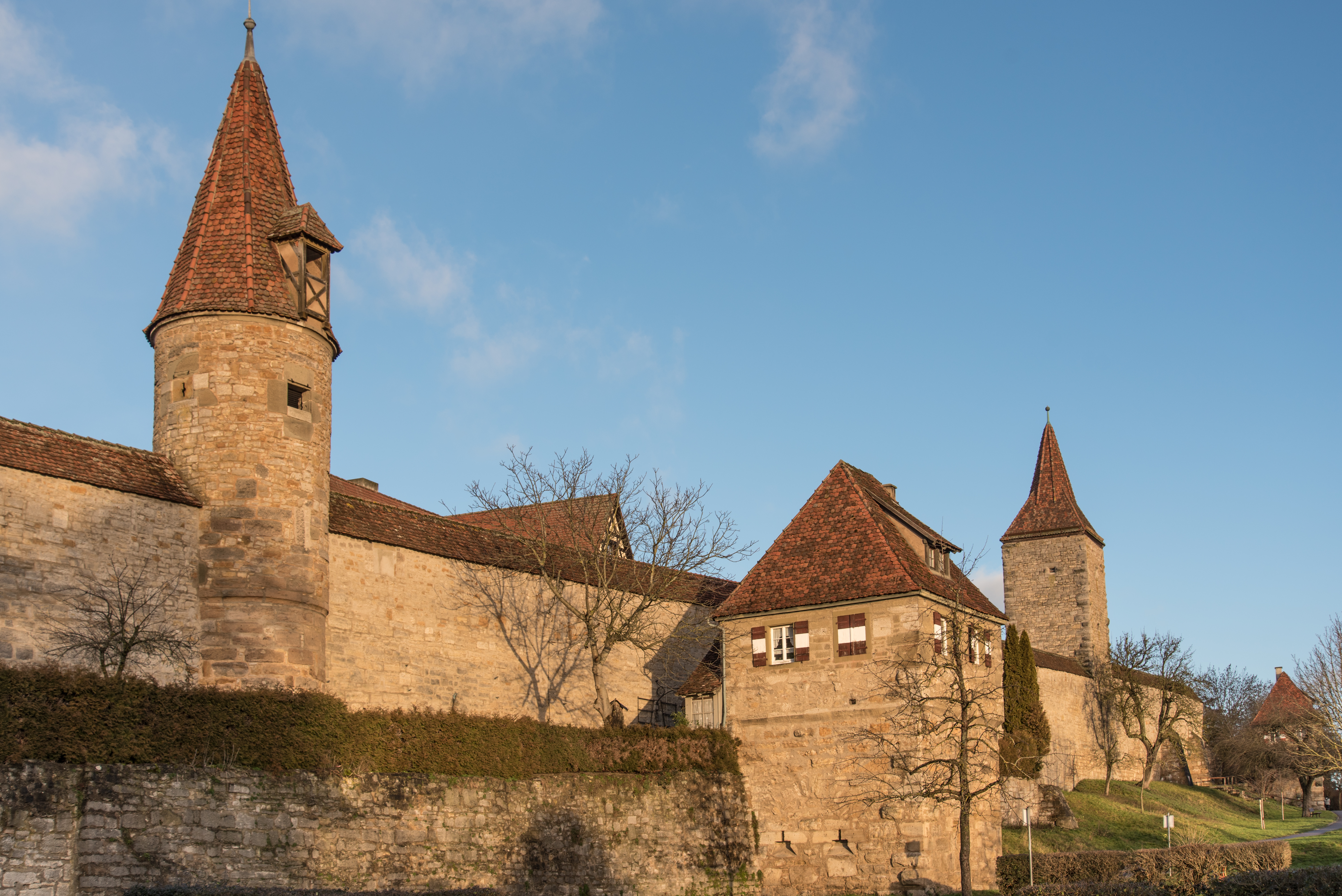
Weiberturm, Streichwehr, Zwinger und Thomasturm, von Südosten weitere Bilder
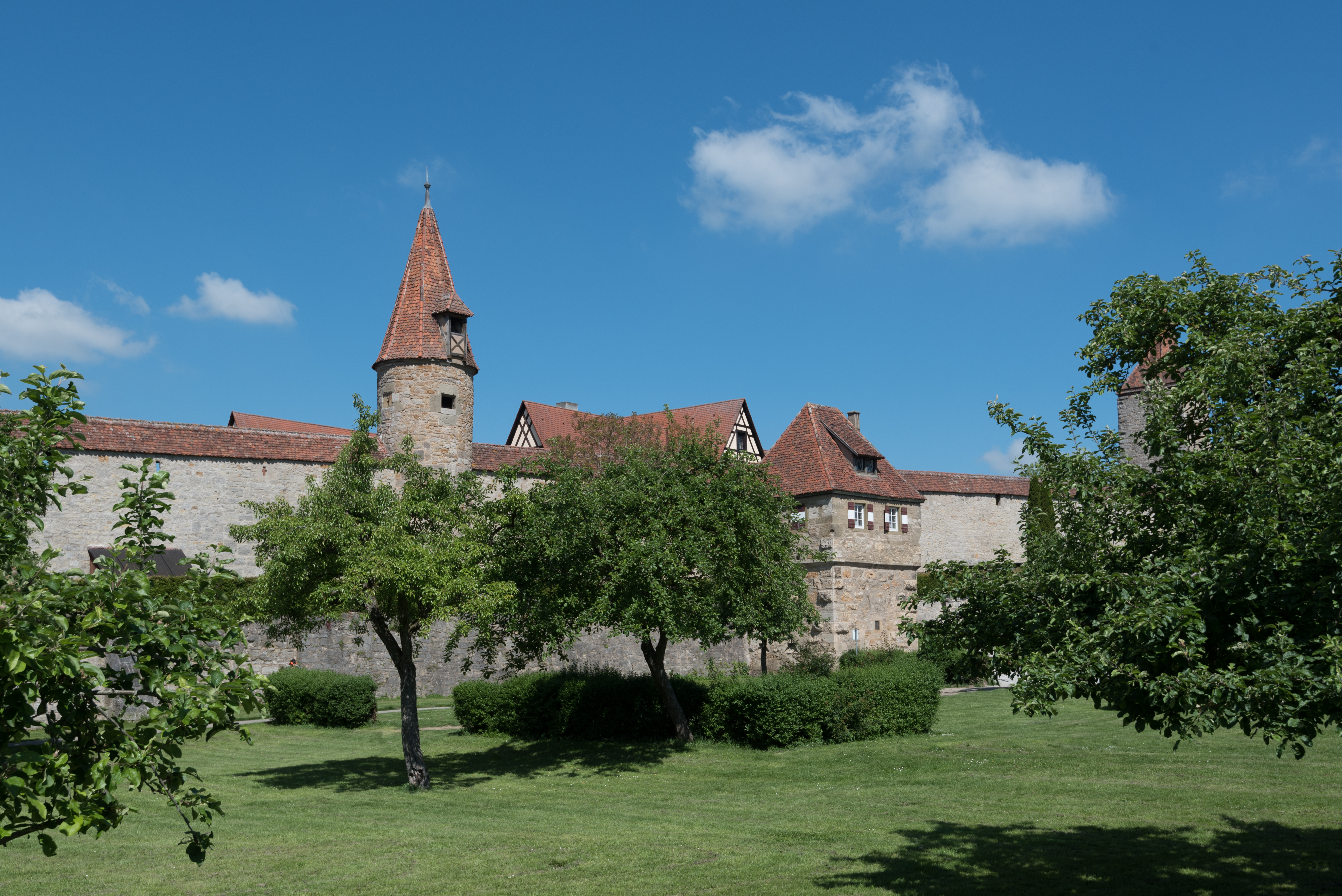
Weiberturm, Streichwehr, Zwinger, zugeschütteter Graben, von Südosten weitere Bilder
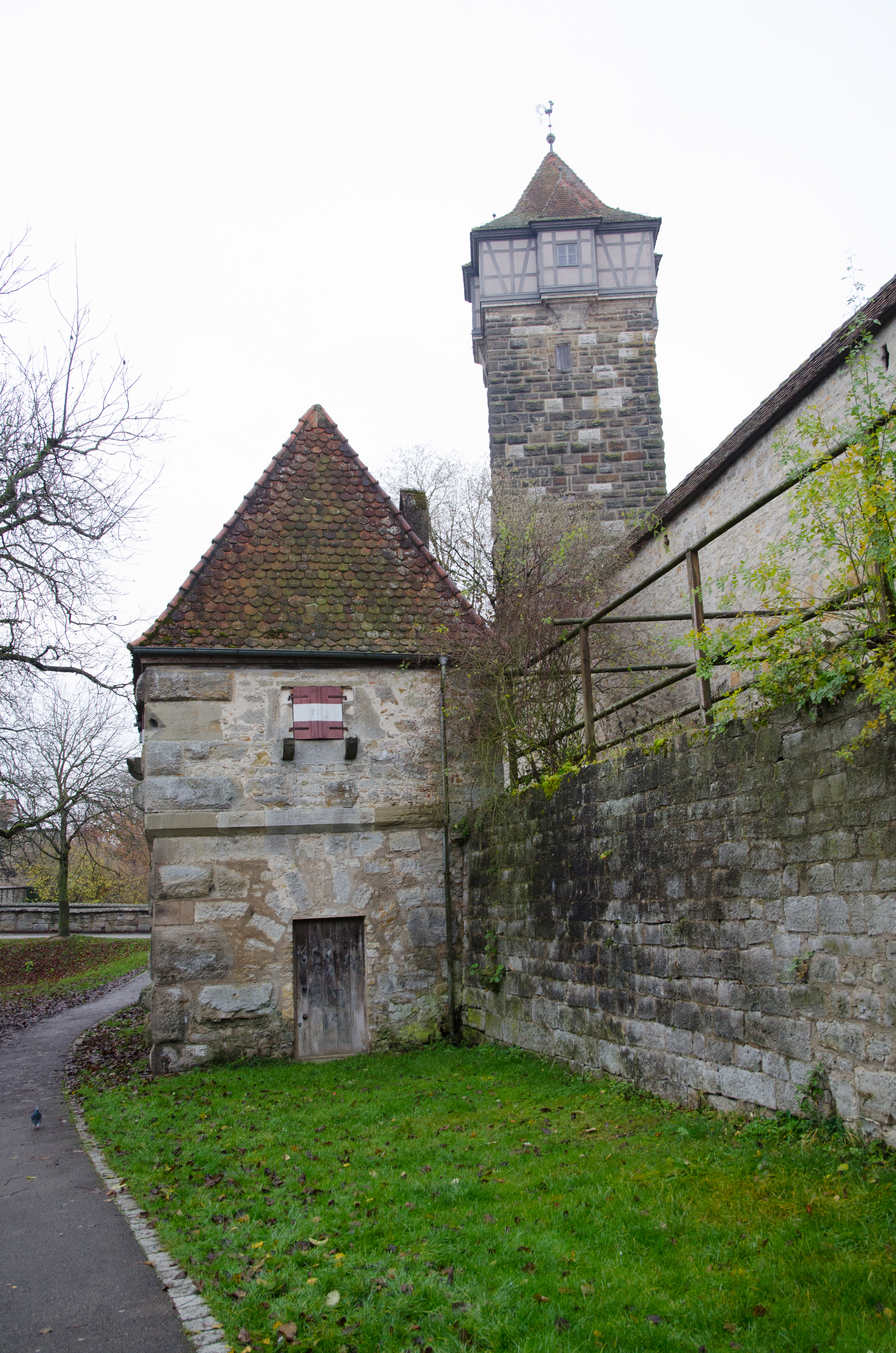
Streichwehr nördlich des Rödertors, von Norden weitere Bilder
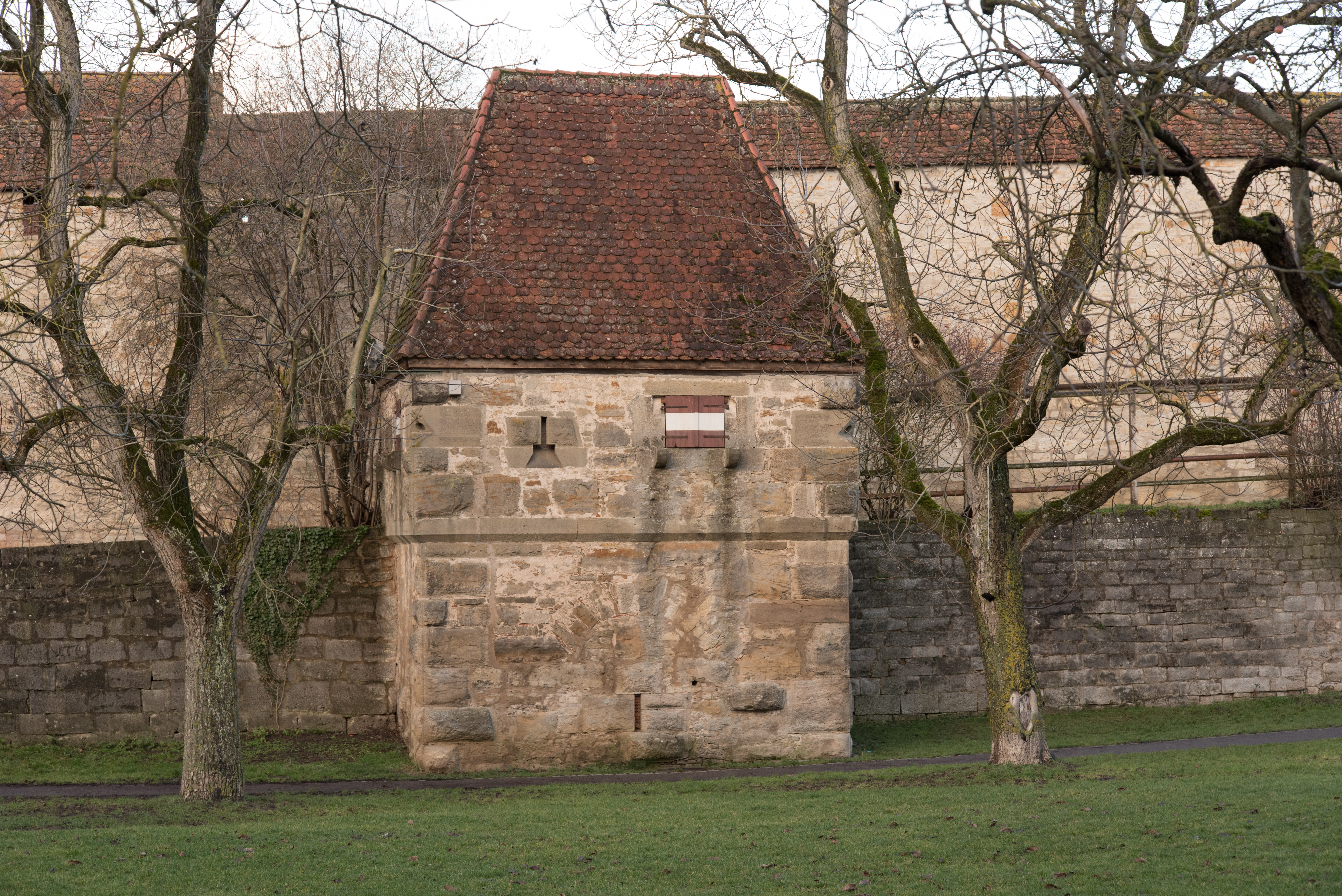
Streichwehr nördlich des Rödertors, von Osten weitere Bilder
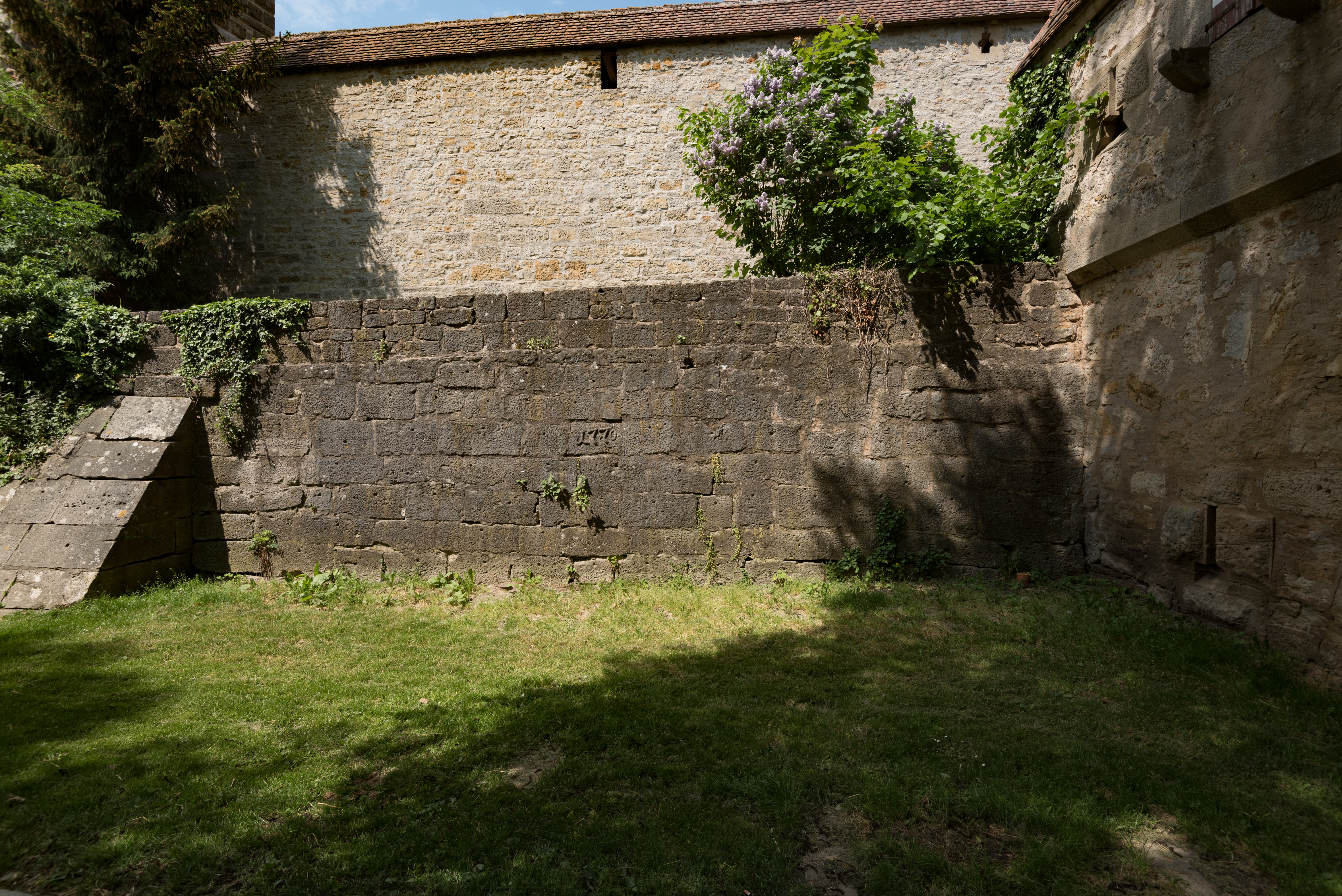
Zwinger südlich der Streichwehr nördlich des Rödertors, von Osten weitere Bilder
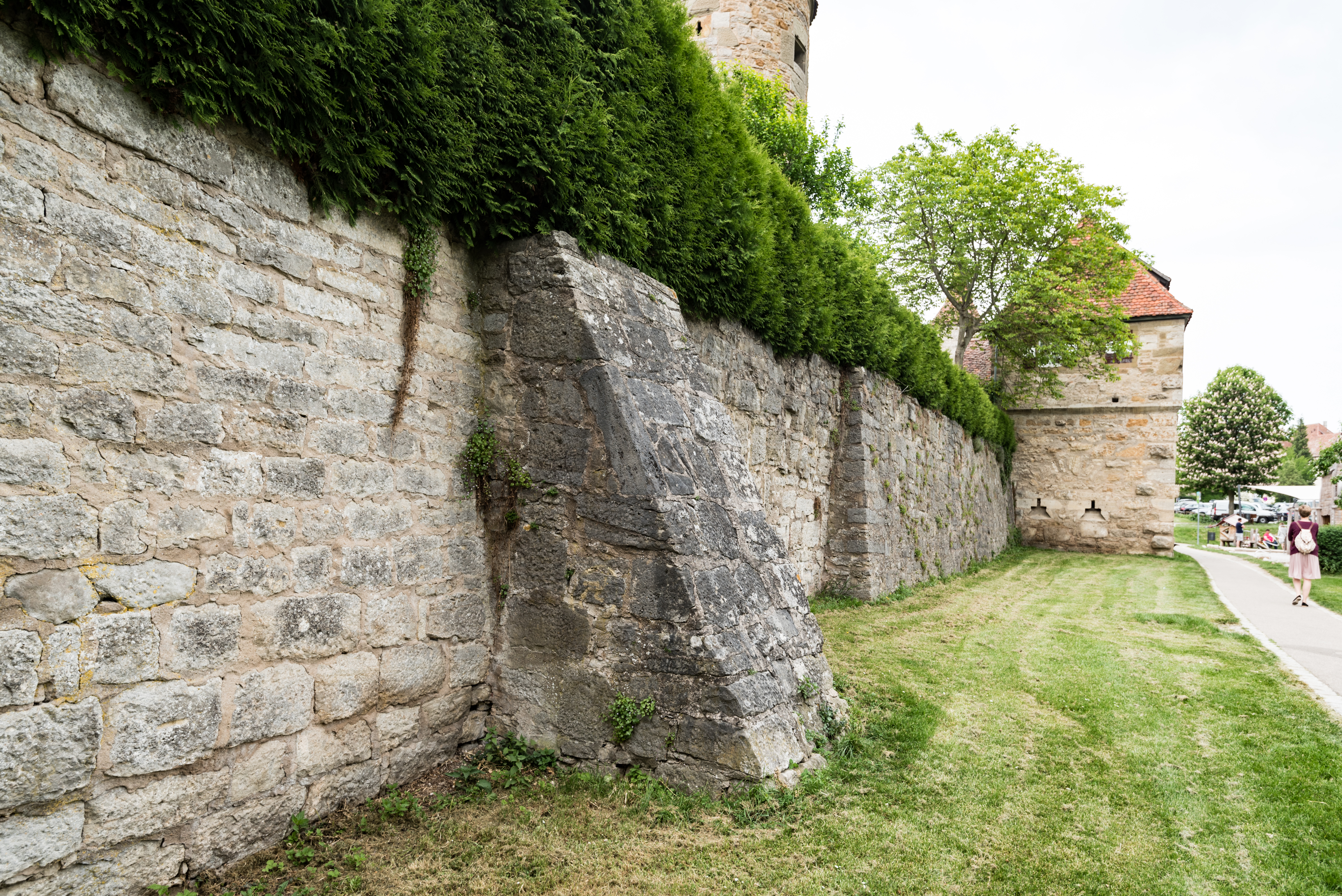
Zwinger südlich der Streichwehr nördlich des Rödertors, von Süden weitere Bilder
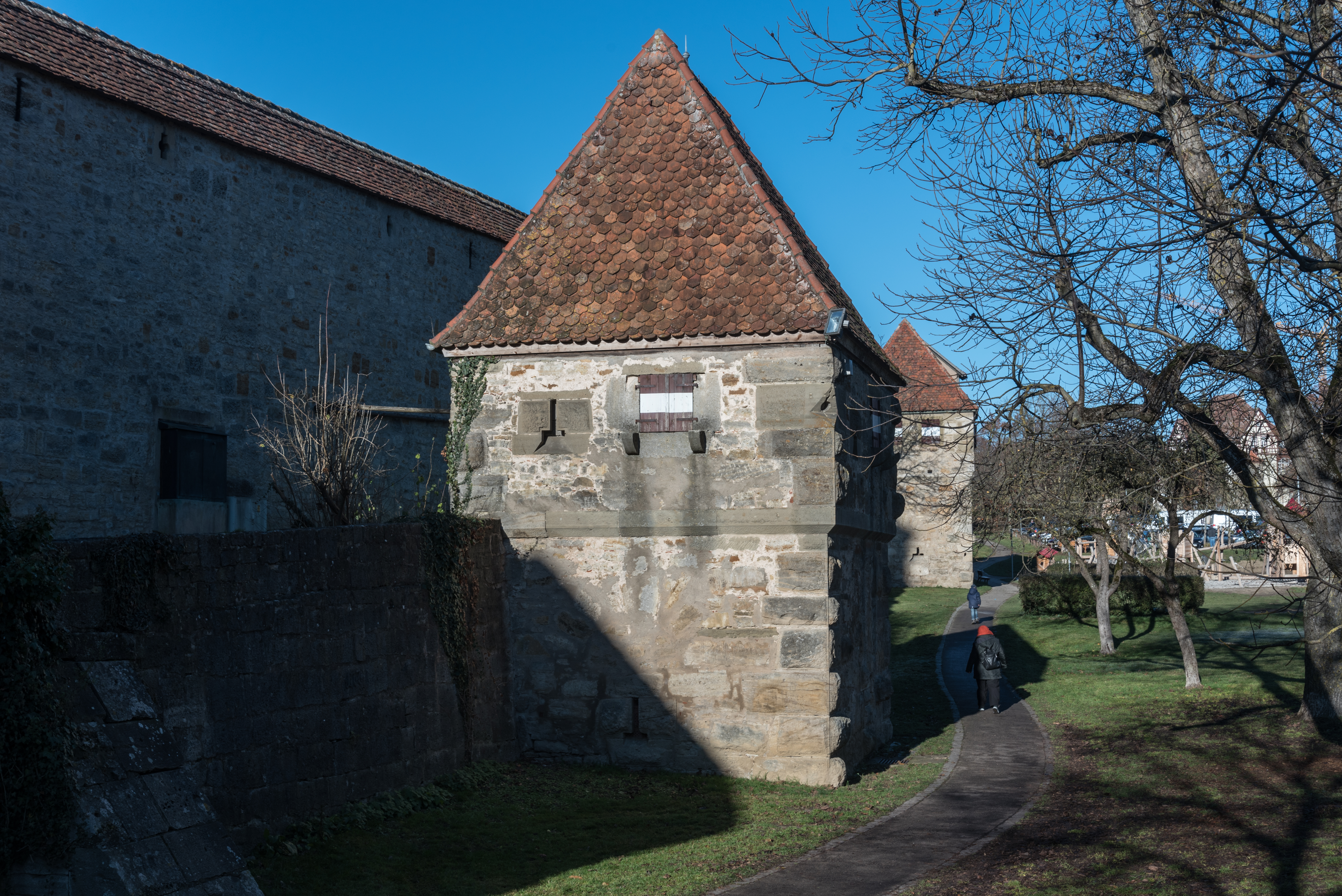
Streichwehr nördlich des Rödertors, von Süden weitere Bilder
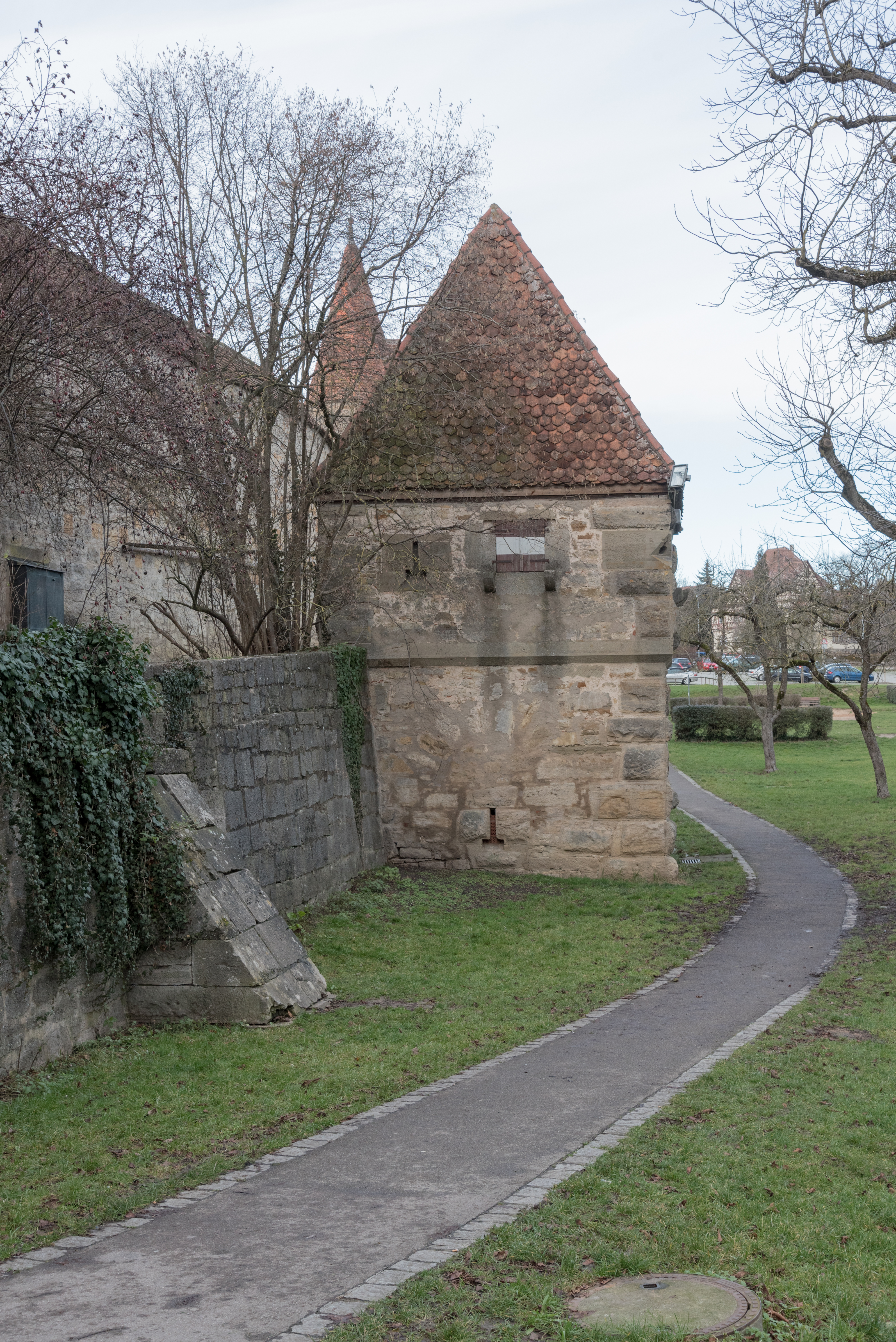
Streichwehr nördlich des Rödertors, von Süden weitere Bilder
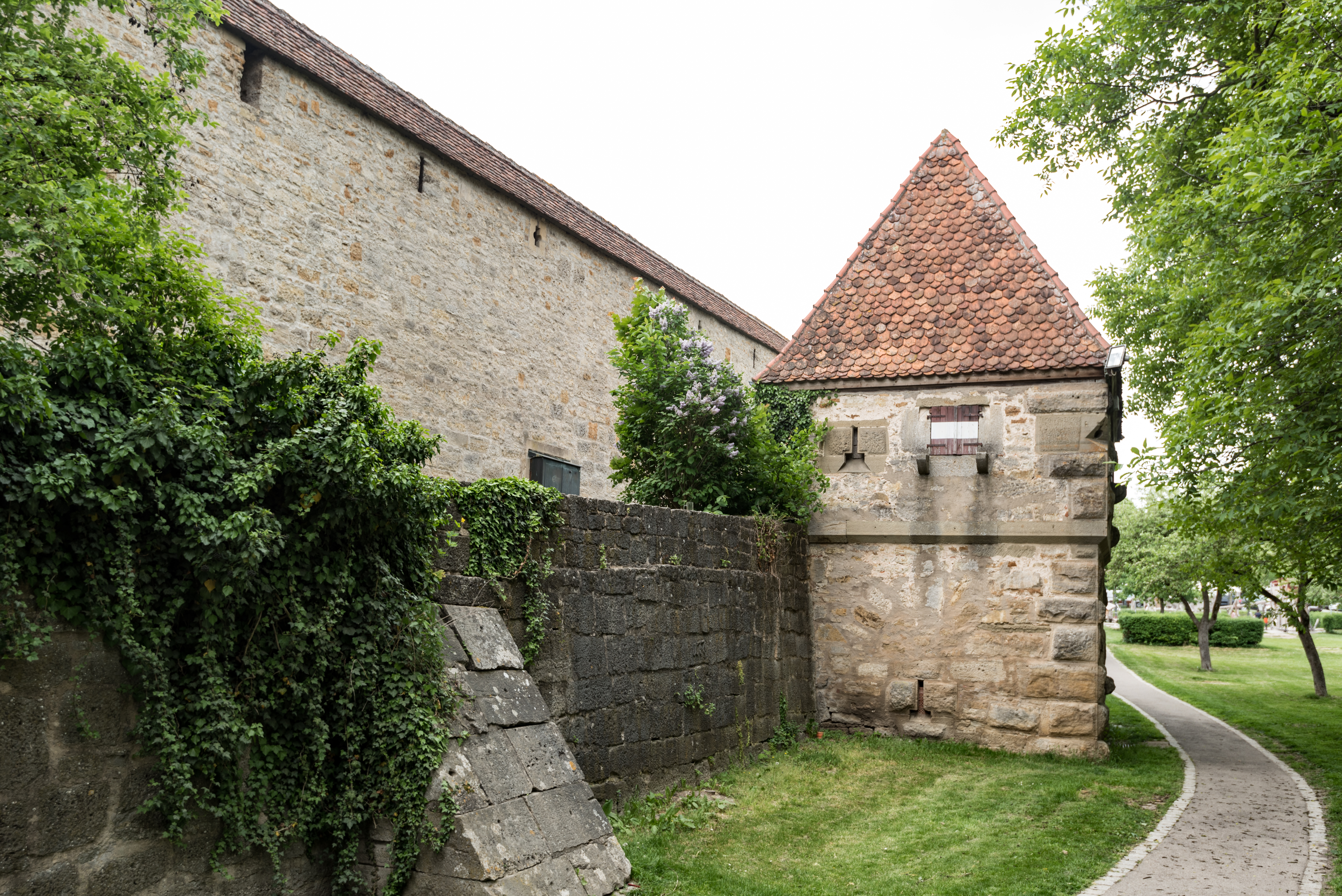
Streichwehr nördlich des Rödertors, Zwingermauer, von Süden weitere Bilder

#### Rödertor
Die Rödertoranlage ist größtenteils erhalten.
- Östliches Stadttor, Torturm, sogenannter Röderturm (Lage), rechteckiger und sechsgeschossiger Massivbau mit Eckquaderung, Fachwerk im obersten Geschoss und Zeltdach, Erdgeschoss Ende 13. Jahrhundert, Aufbau letztes Viertel 14. Jahrhundert (D-5-71-193-498)
- Torbarbakane (Lage), dem Torturm vorgestellter zweigeschossiger Bau mit Fachwerk-Obergeschoss und Zeltdach, vor 1430
- Brücke zwischen Torturm und Außenbarbakane (Lage), Haustein, 1615
- Außenbarbakane (Lage), querrechteckiger Hof mit zentralem Torbau mit Walmdach und Fachwerk-Obergeschoss sowie seitlichen Wehrgängen, wohl von Georg Weidmann, 1615, Umbau bezeichnet „1711“, wiederhergestellt nach 1945
- Wassergraben mit einbogiger Steinbrücke (Lage), 17. Jahrhundert, Veränderung bezeichnet „1789“, wiederhergestellt nach 1945

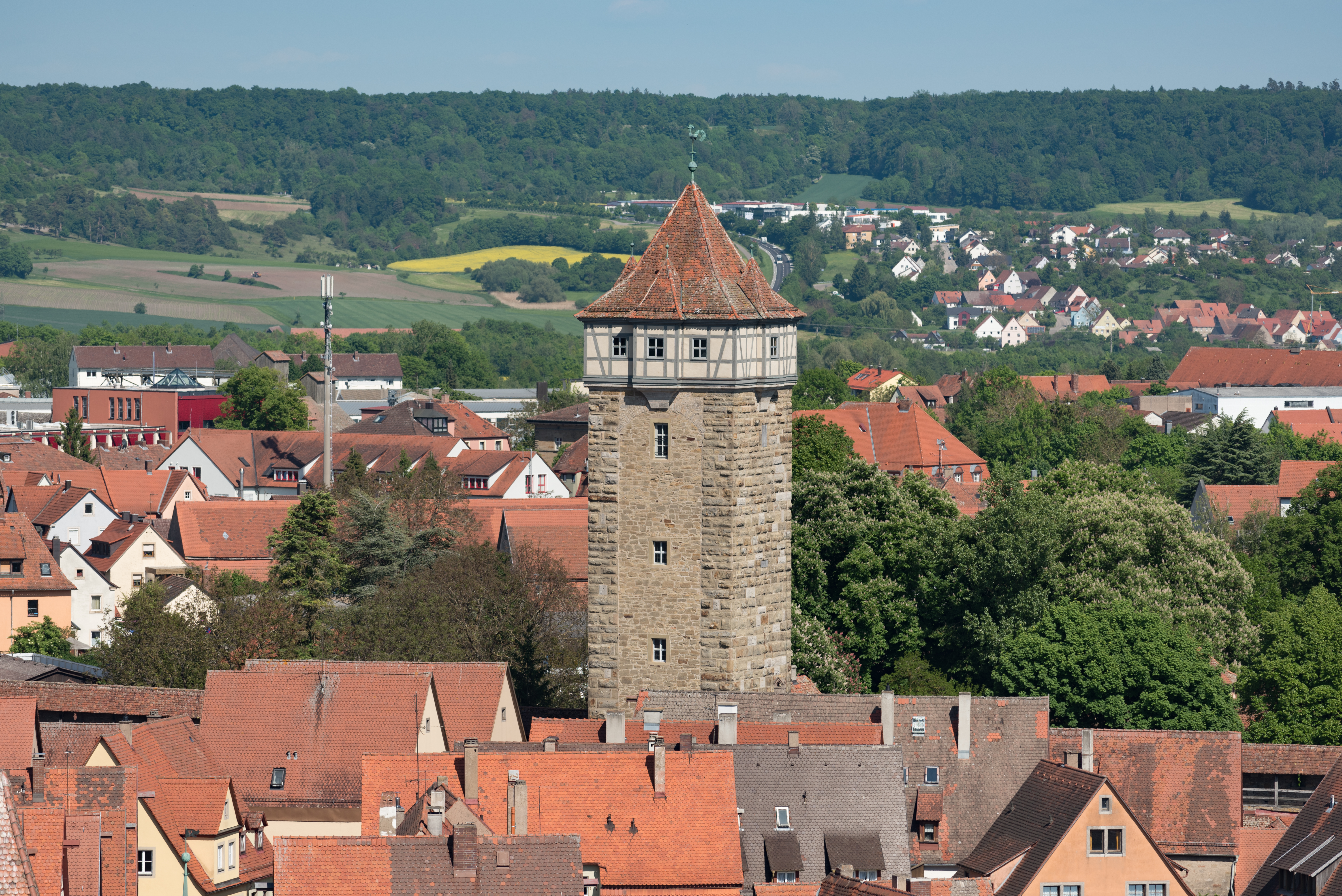
Röderturm, Stadtseite, vom Rathausturm weitere Bilder
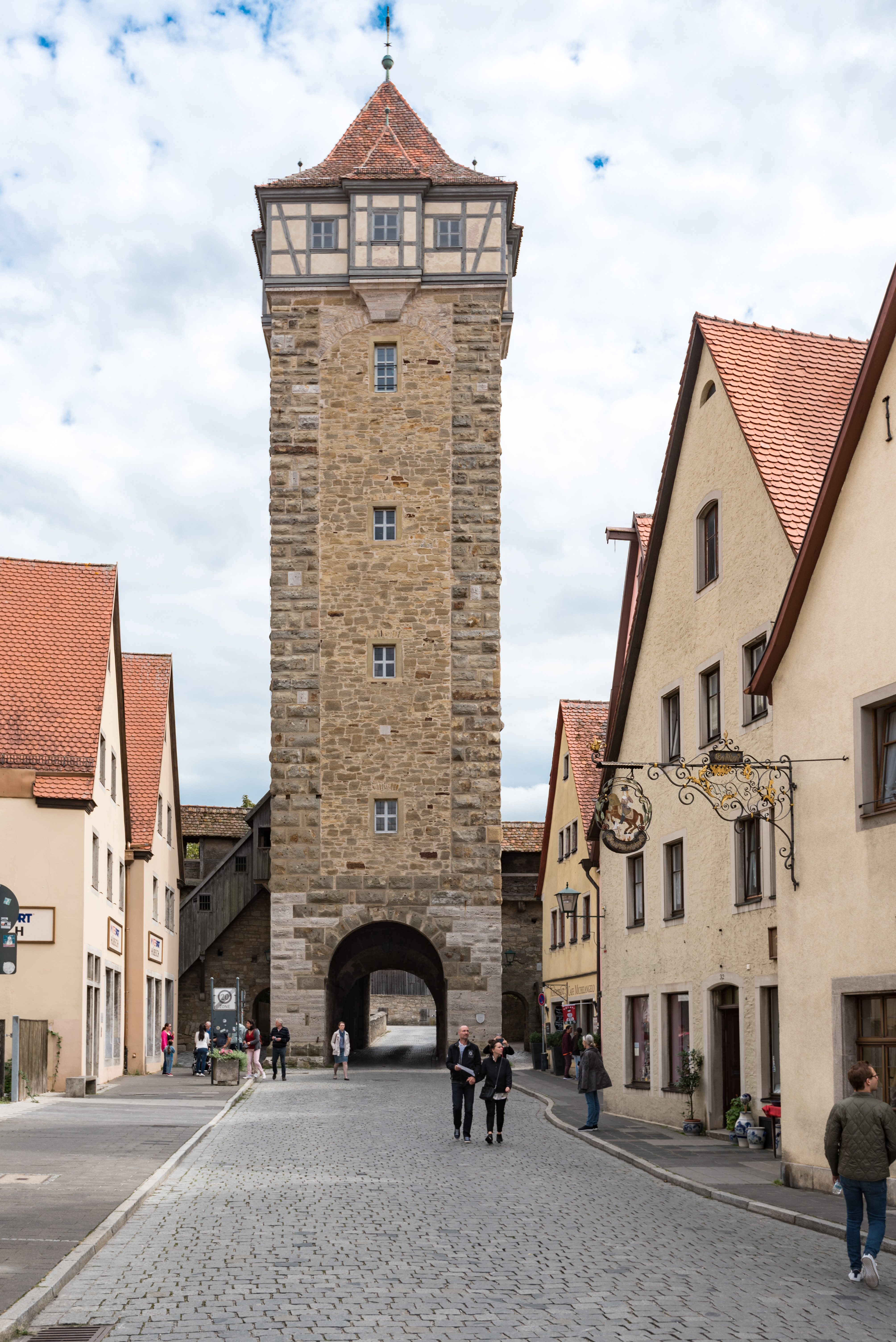
Röderturm, Stadtseite weitere Bilder
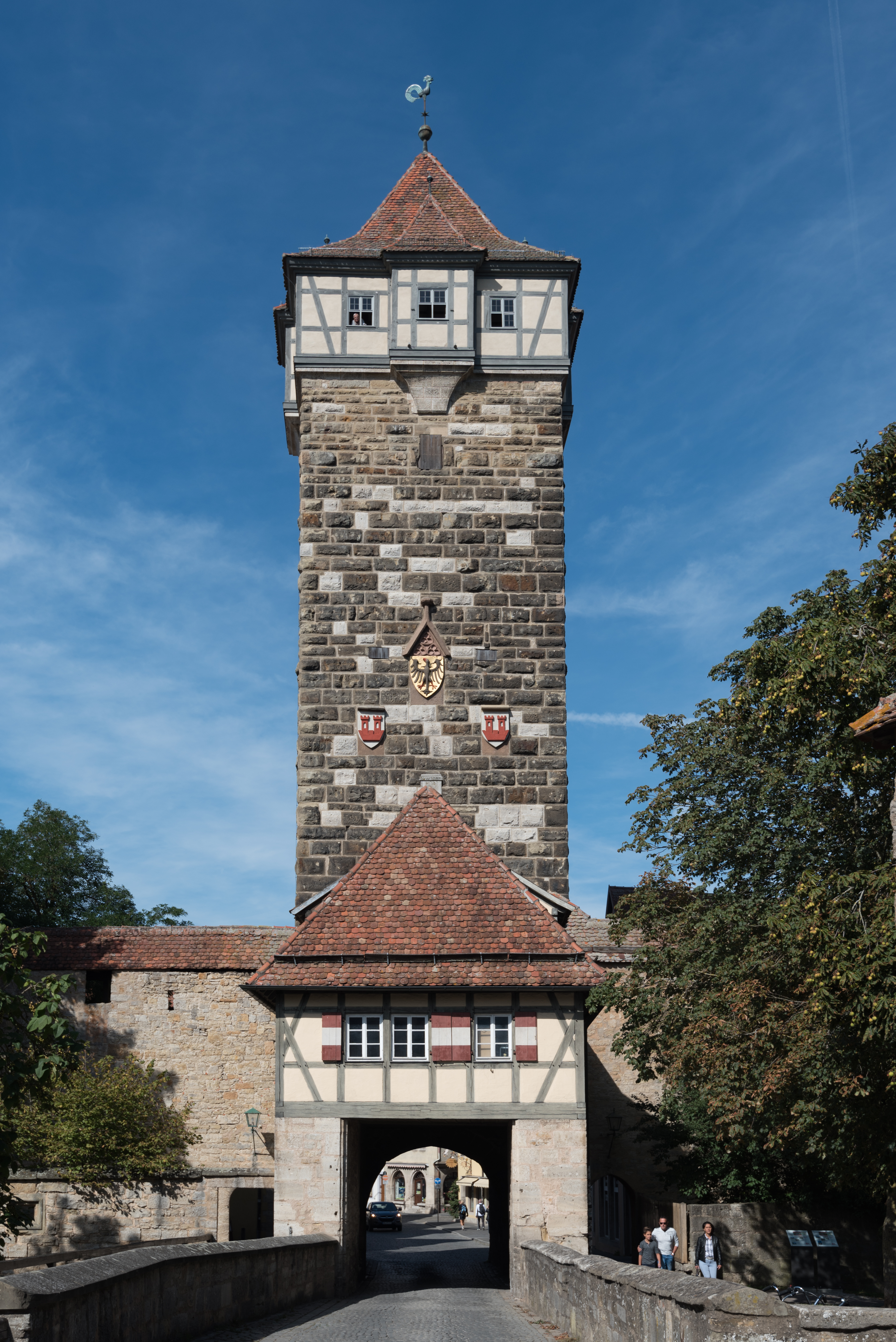
Röderturm, Feldseite, von Osten weitere Bilder
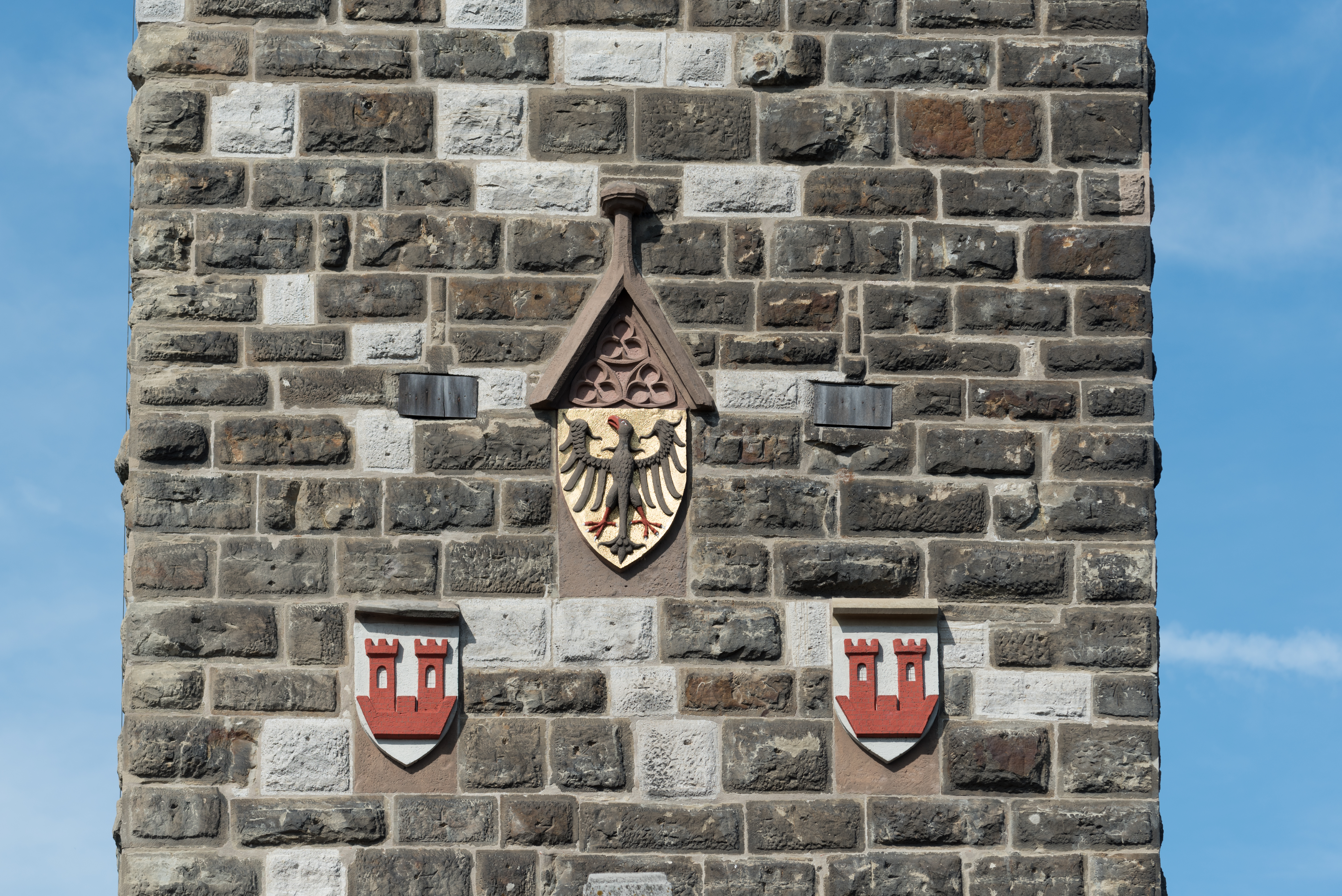
Röderturm, Wappen, Feldseite, von Osten weitere Bilder
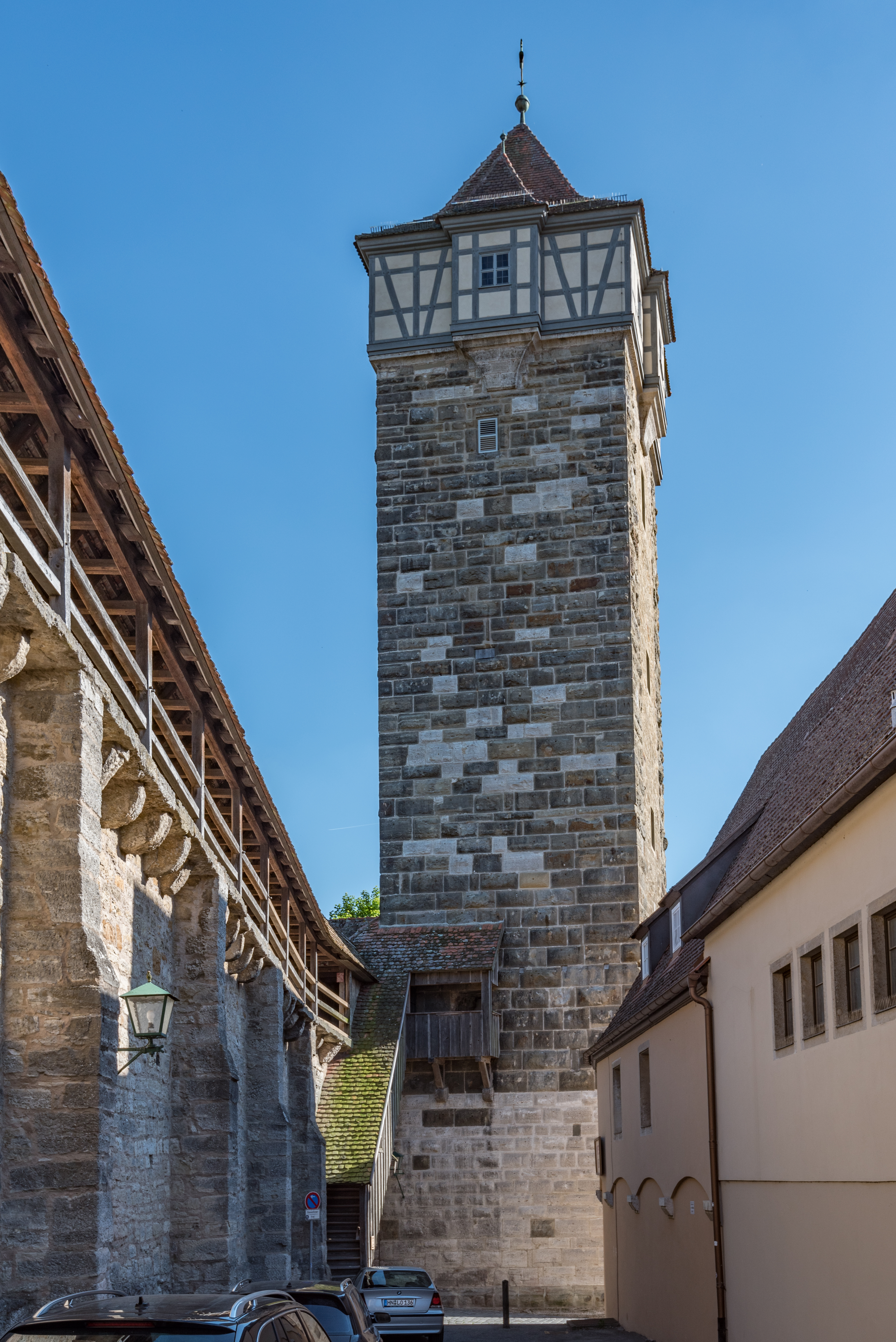
Röderturm, von Norden weitere Bilder
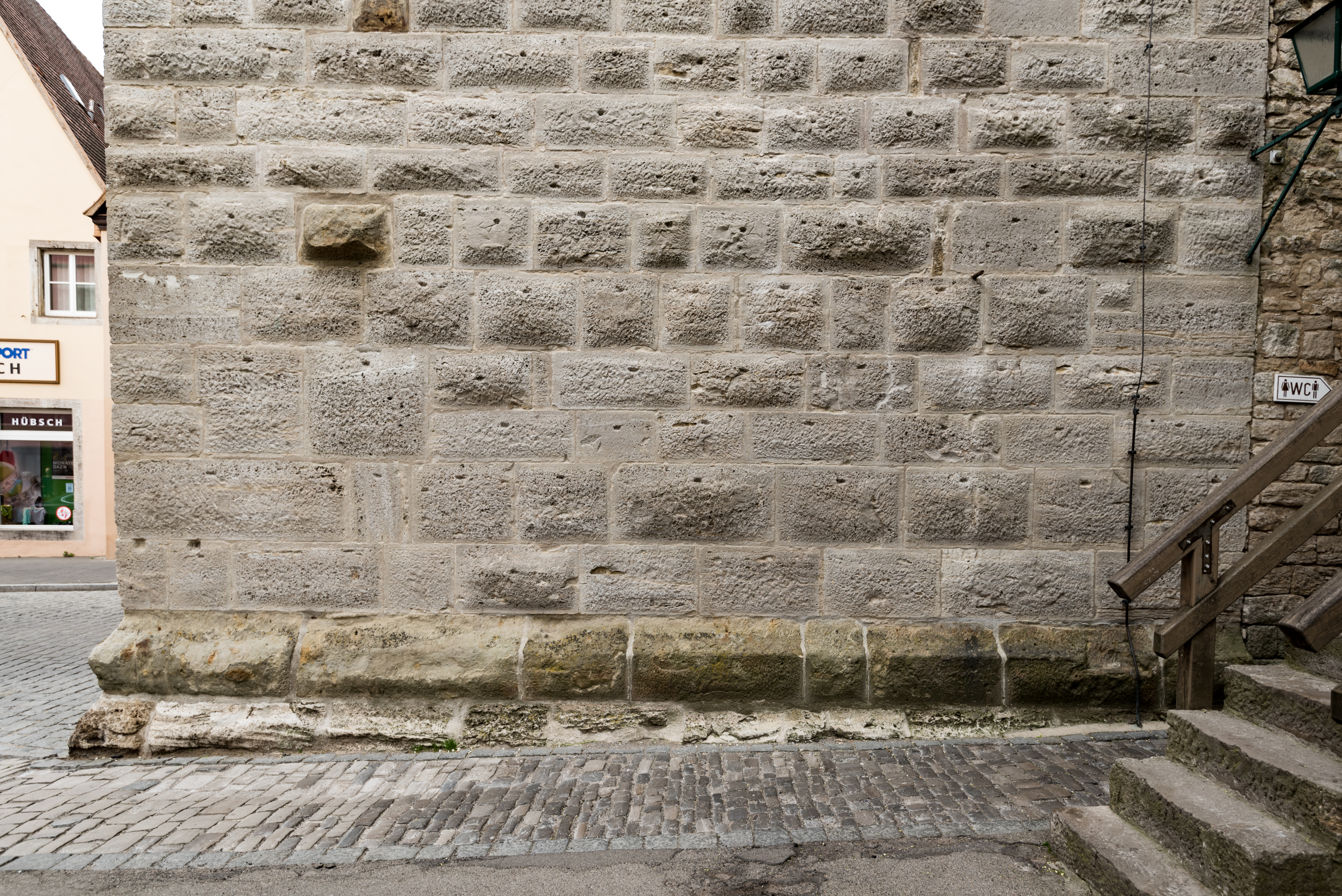
Röderturm, Basis, von Süden weitere Bilder
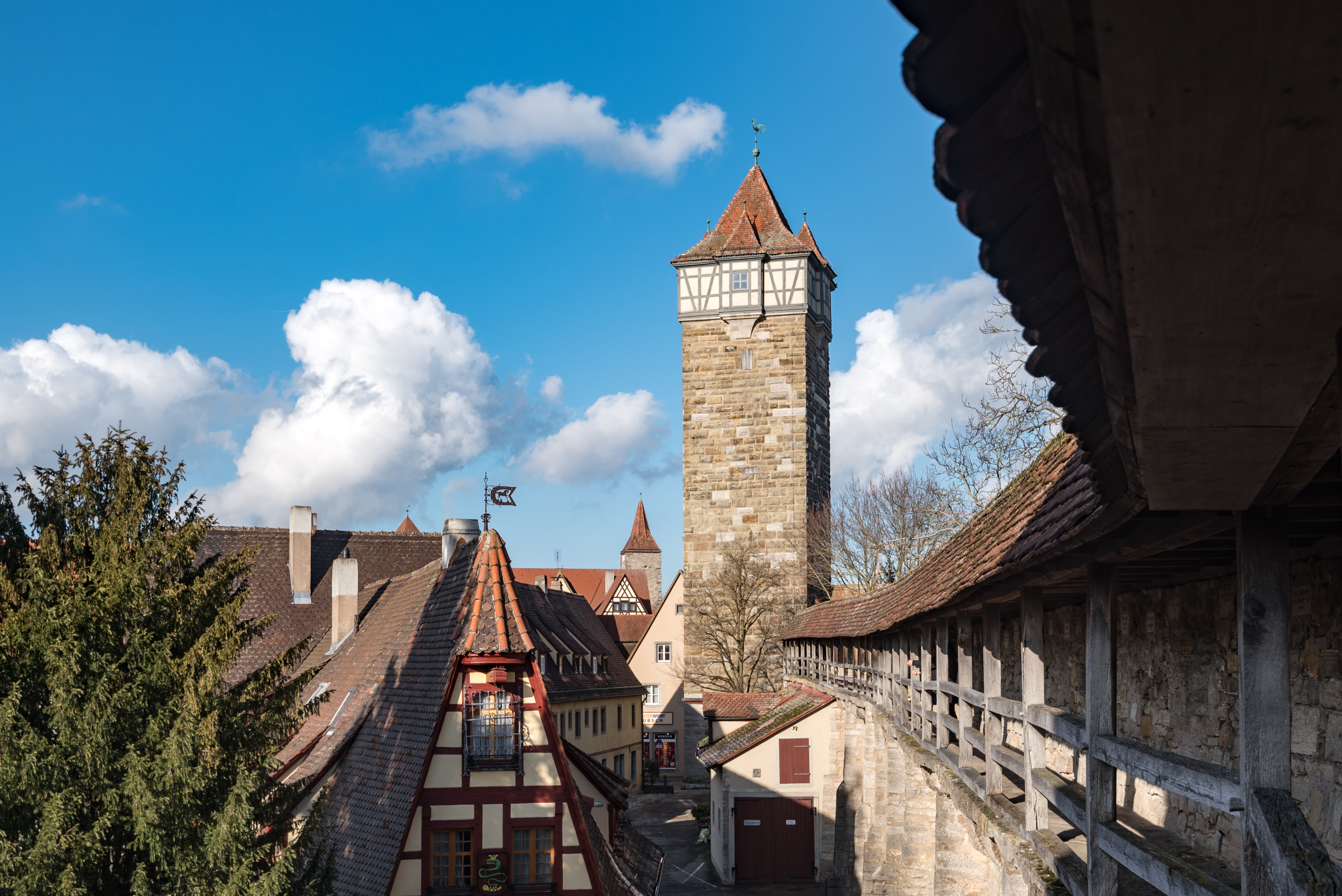
Röderturm, von Süden, vom Wehrgang weitere Bilder
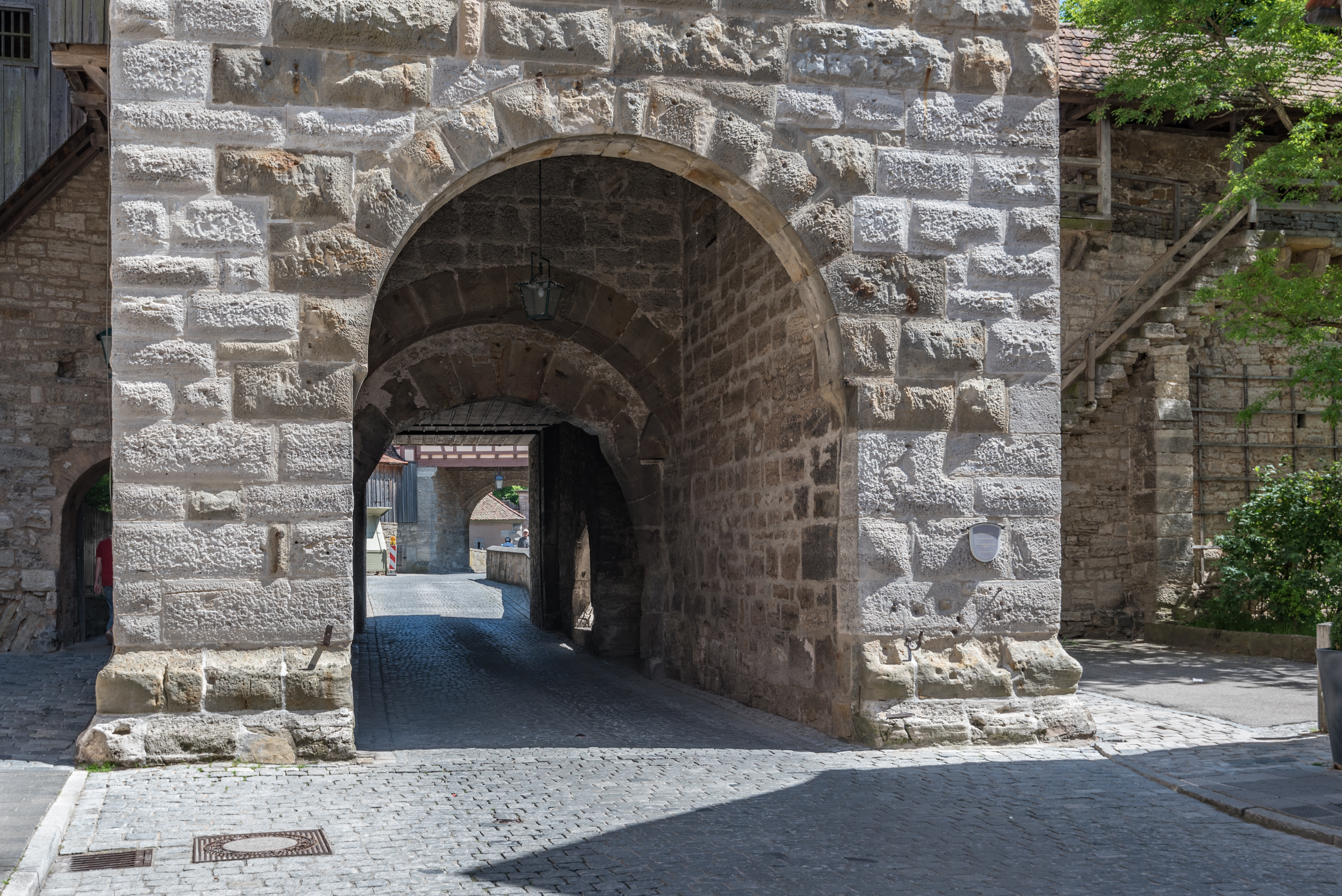
Röderturm, Durchfahrt, Stadtseite weitere Bilder
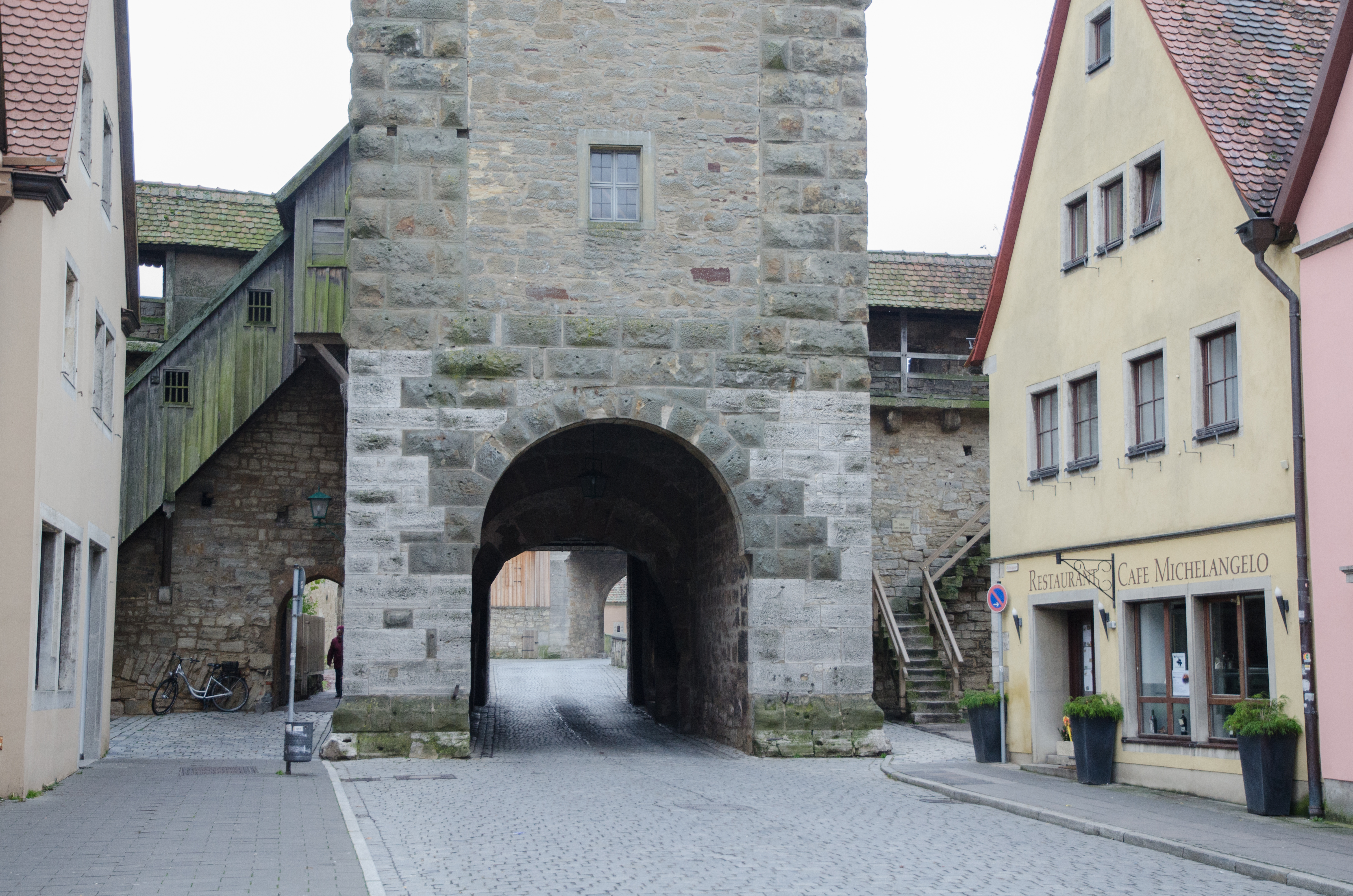
Röderturm, Durchfahrt, Stadtseite weitere Bilder
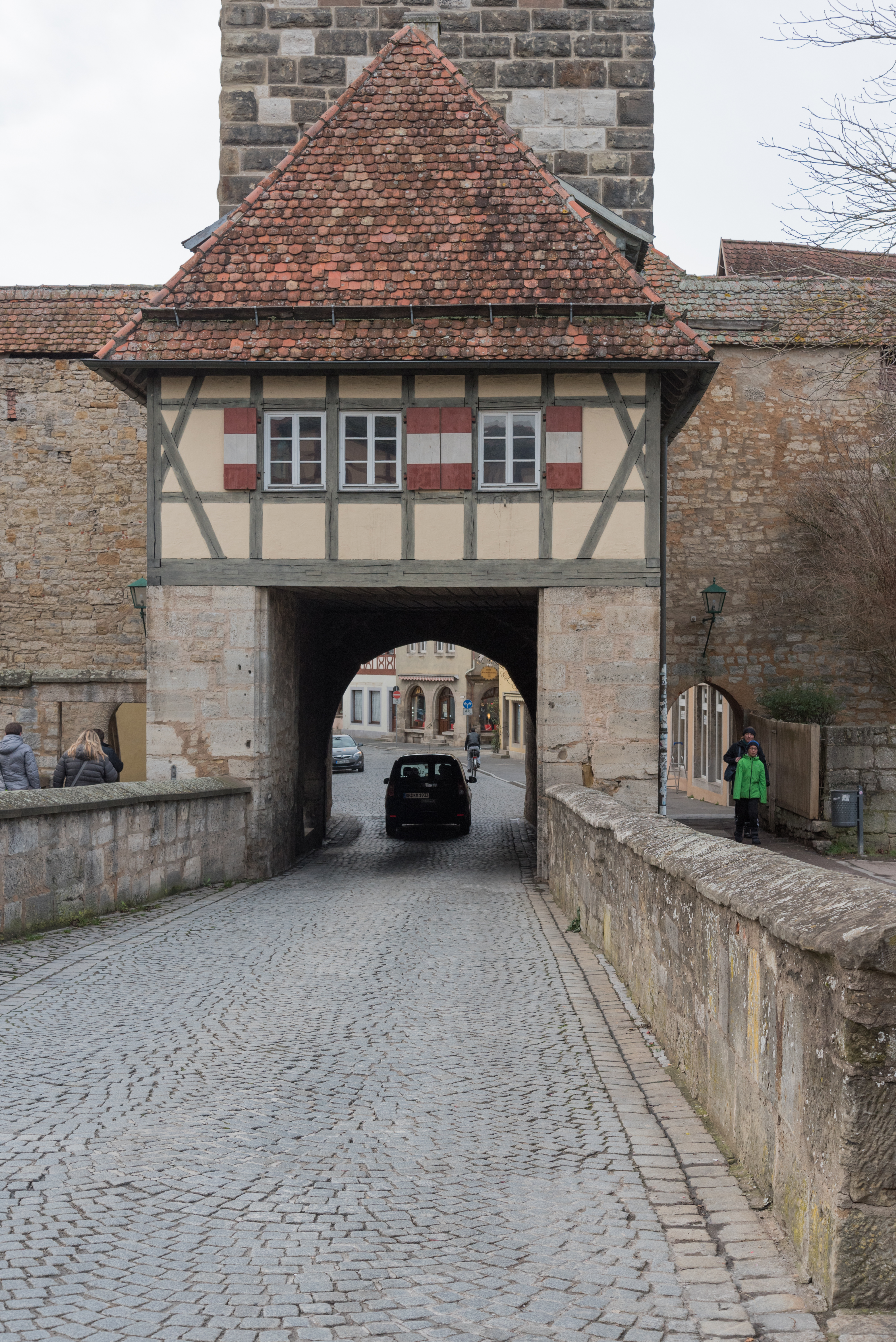
Torbarbakane weitere Bilder
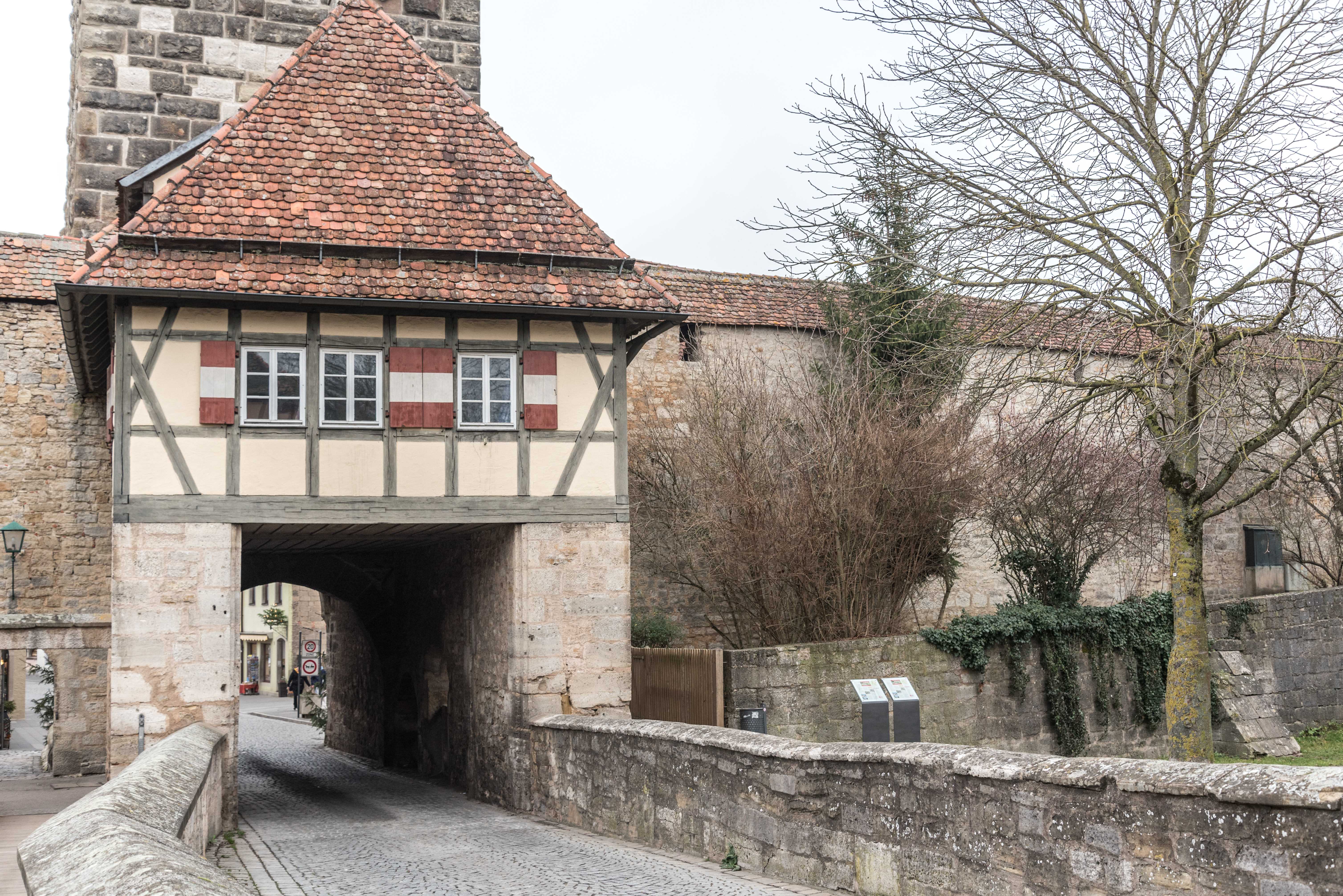
Torbarbakane weitere Bilder
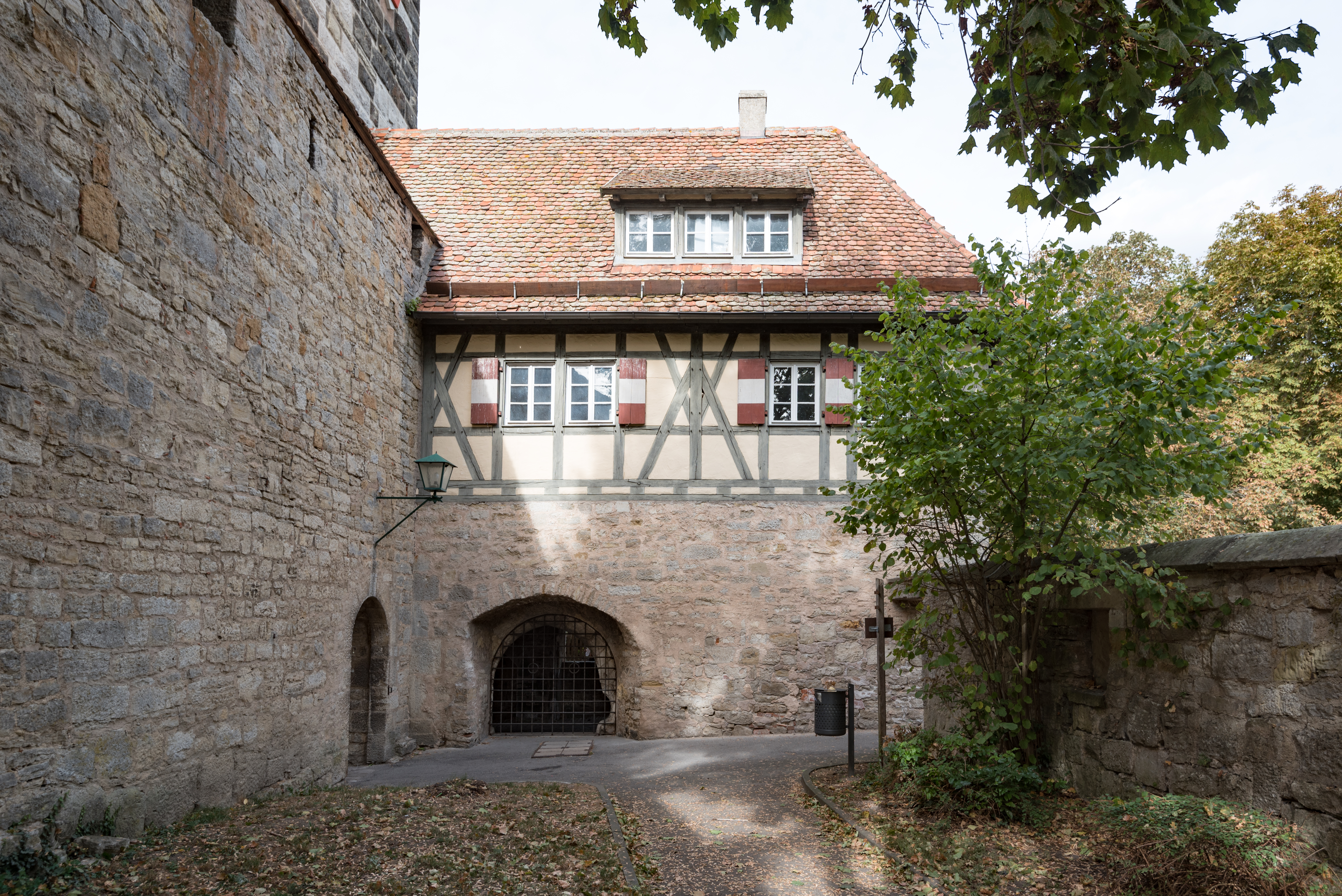
Torbarbakane, von Süden weitere Bilder
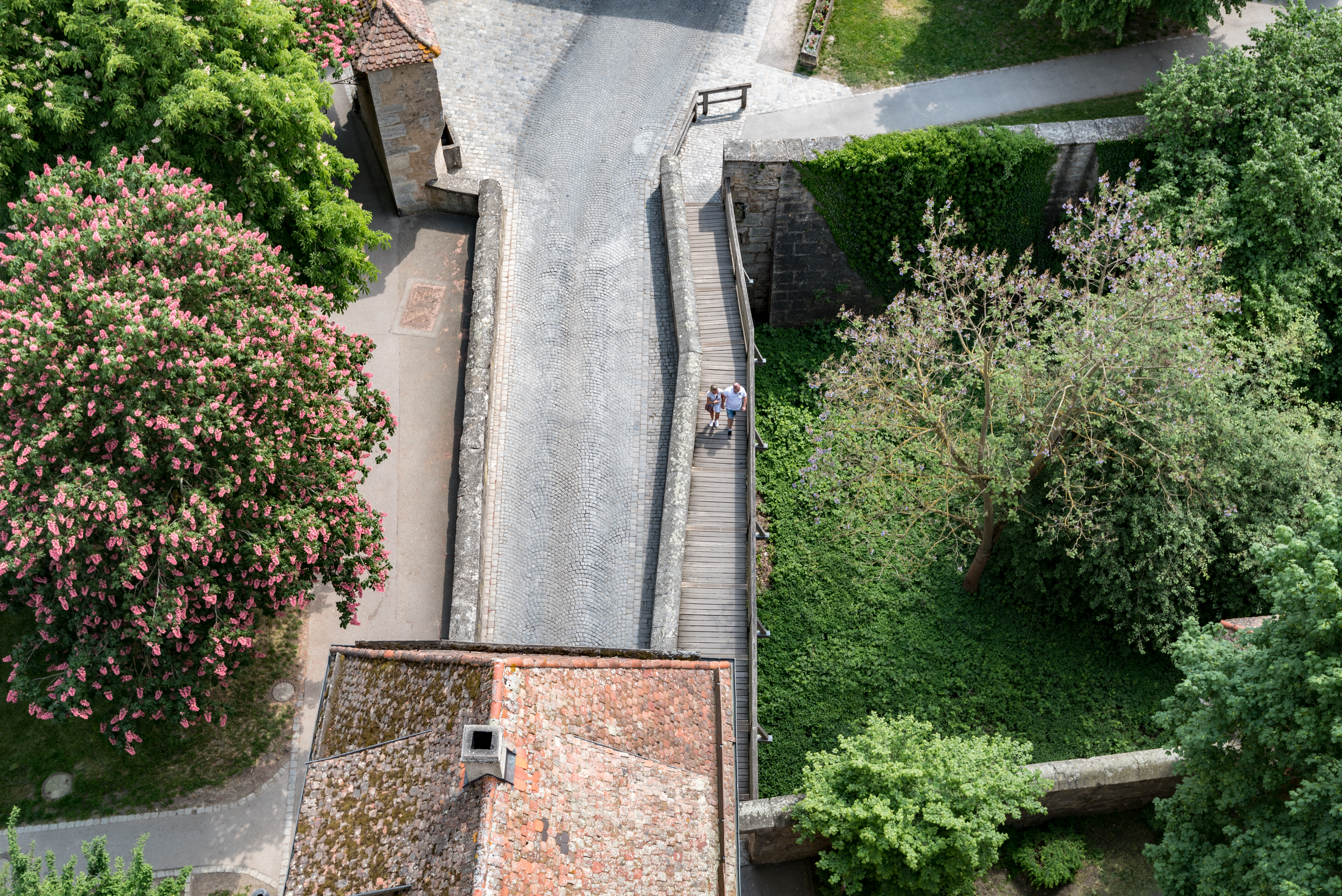
Brücke zwischen Torturm und Vortor, vom Rödertor weitere Bilder
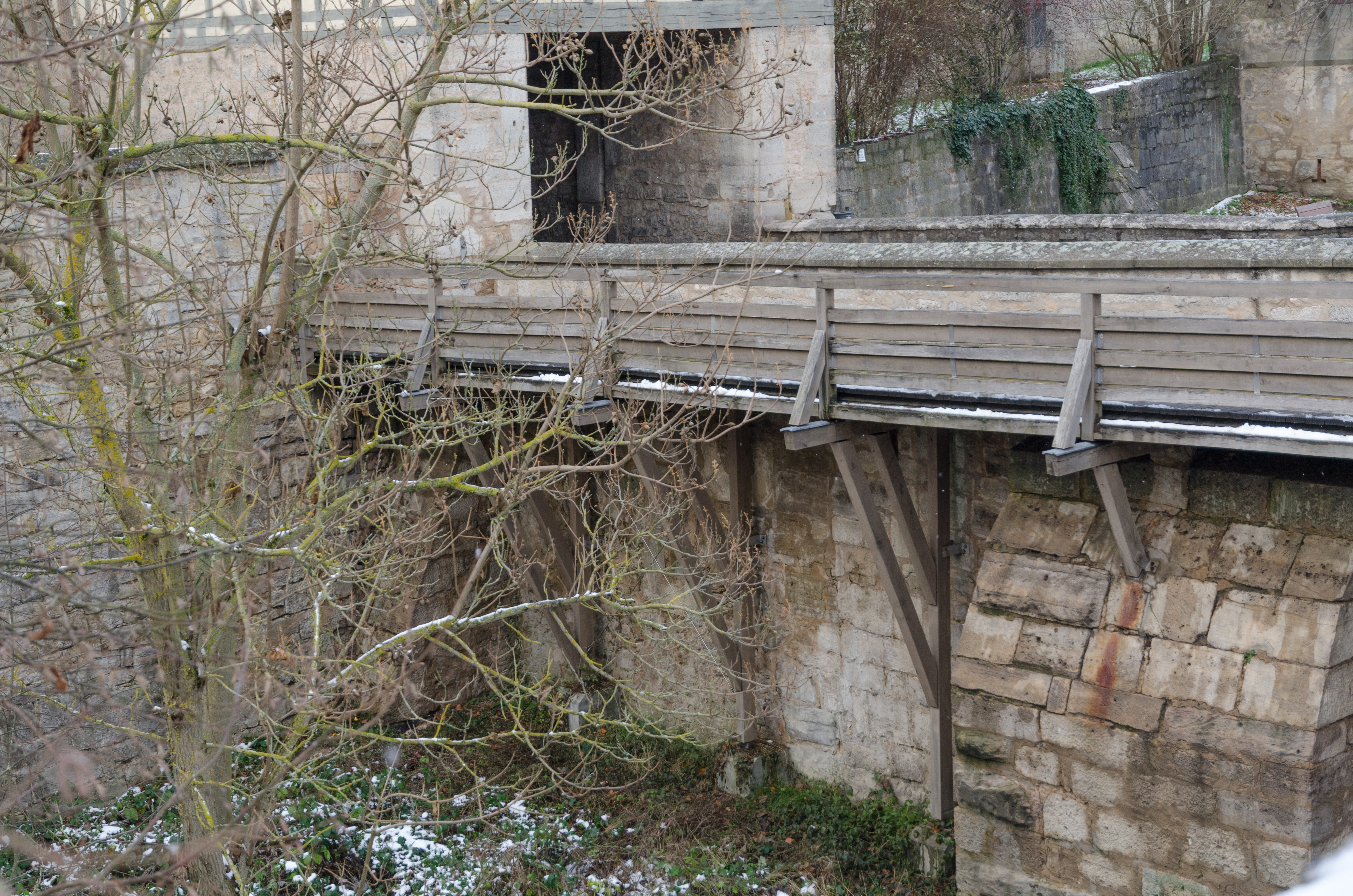
Brücke zwischen Torturm und Vortor, von Südosten weitere Bilder
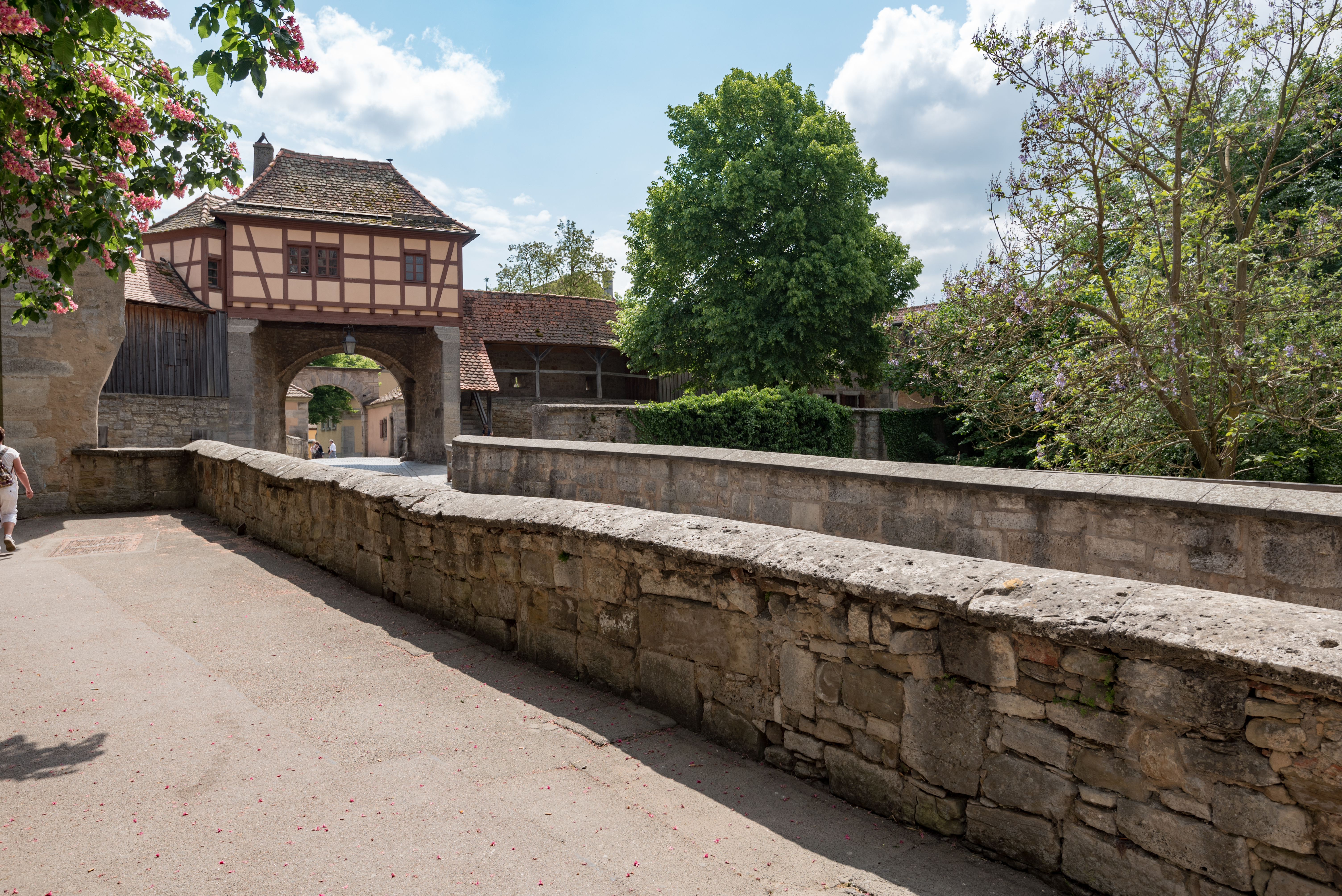
Brücke zwischen Torturm und Vortor, von Nordwesten weitere Bilder
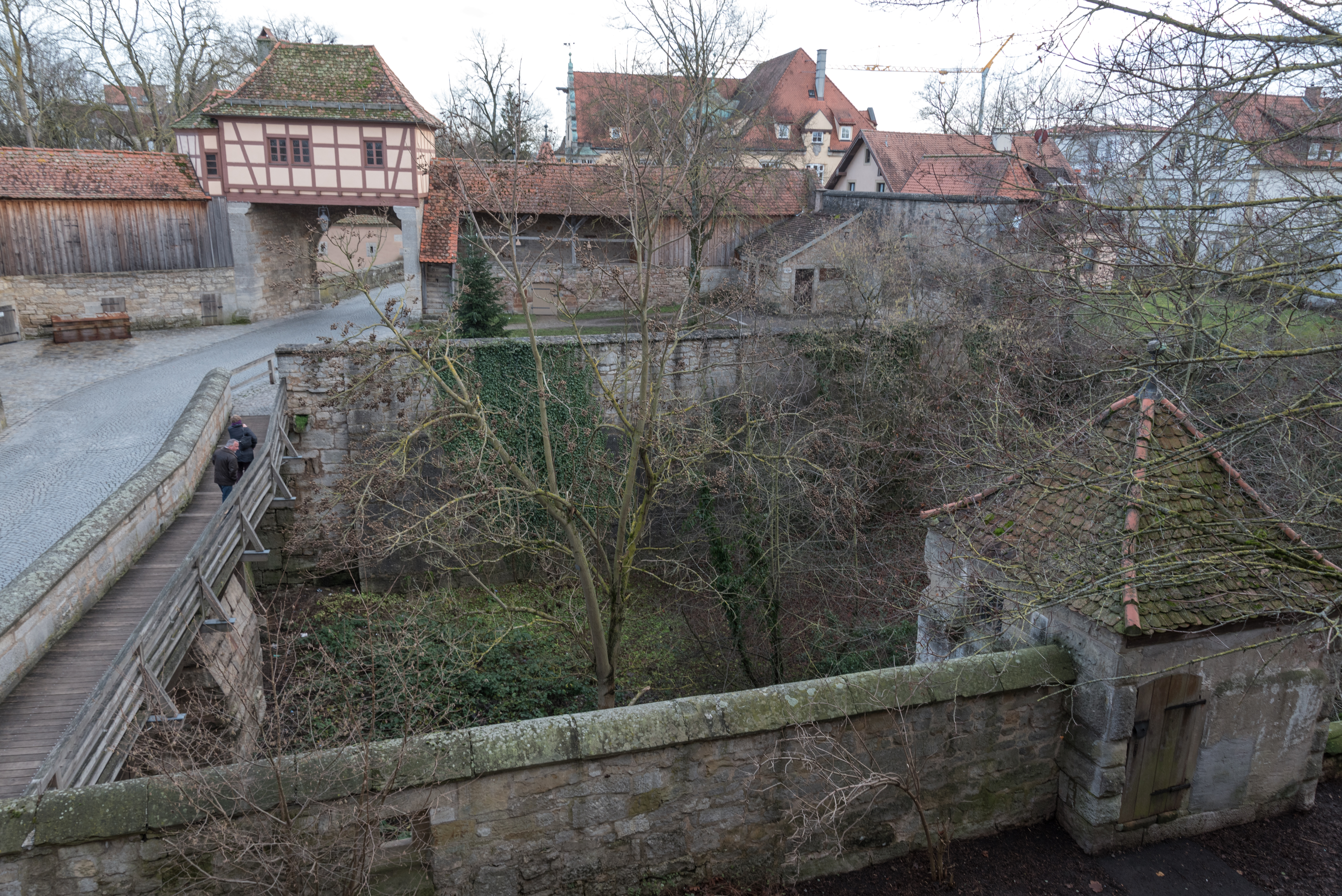
Brücke zwischen Torturm und Vortor, vom Wehrgang weitere Bilder
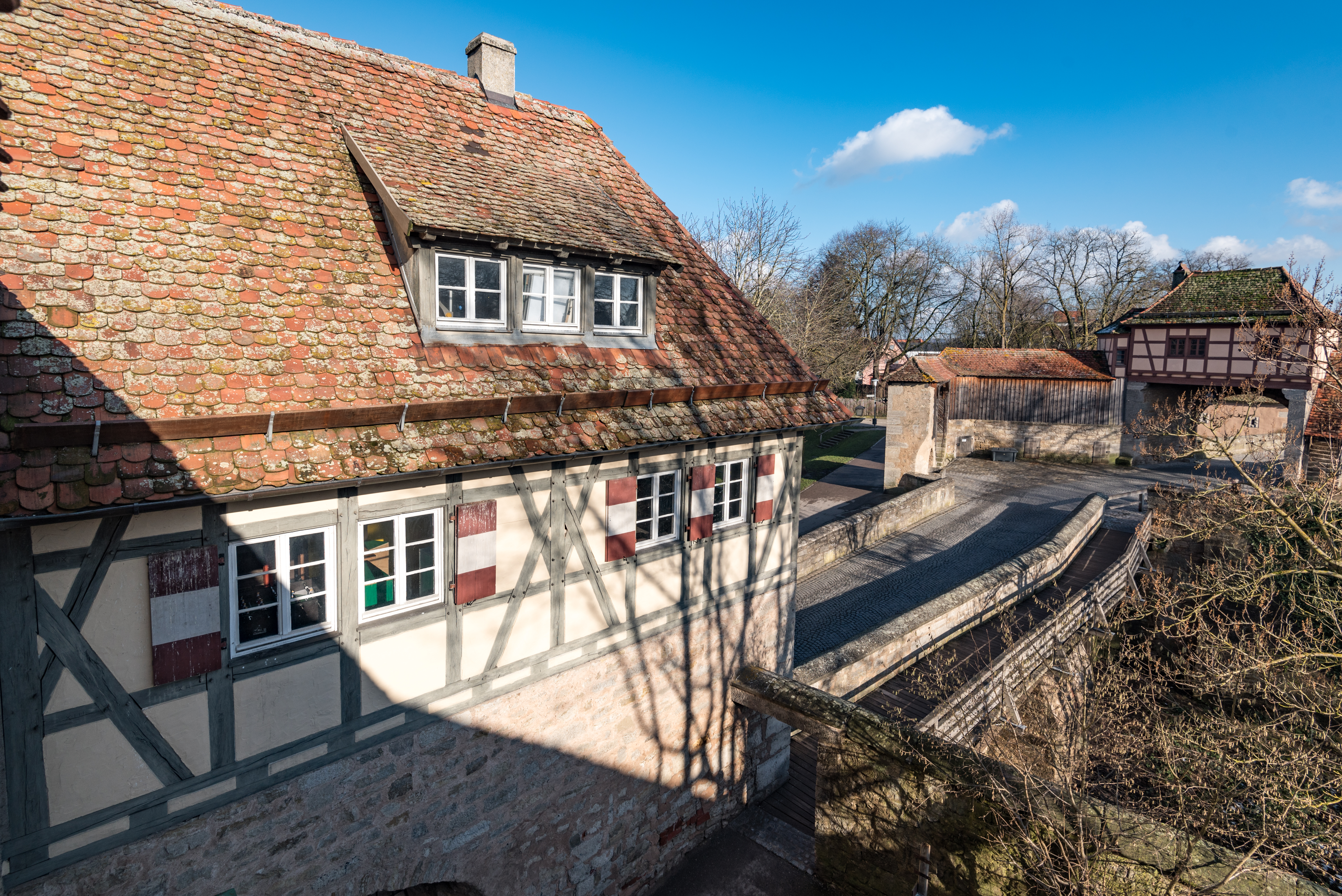
Torbarbakane und Außenbarbakane weitere Bilder
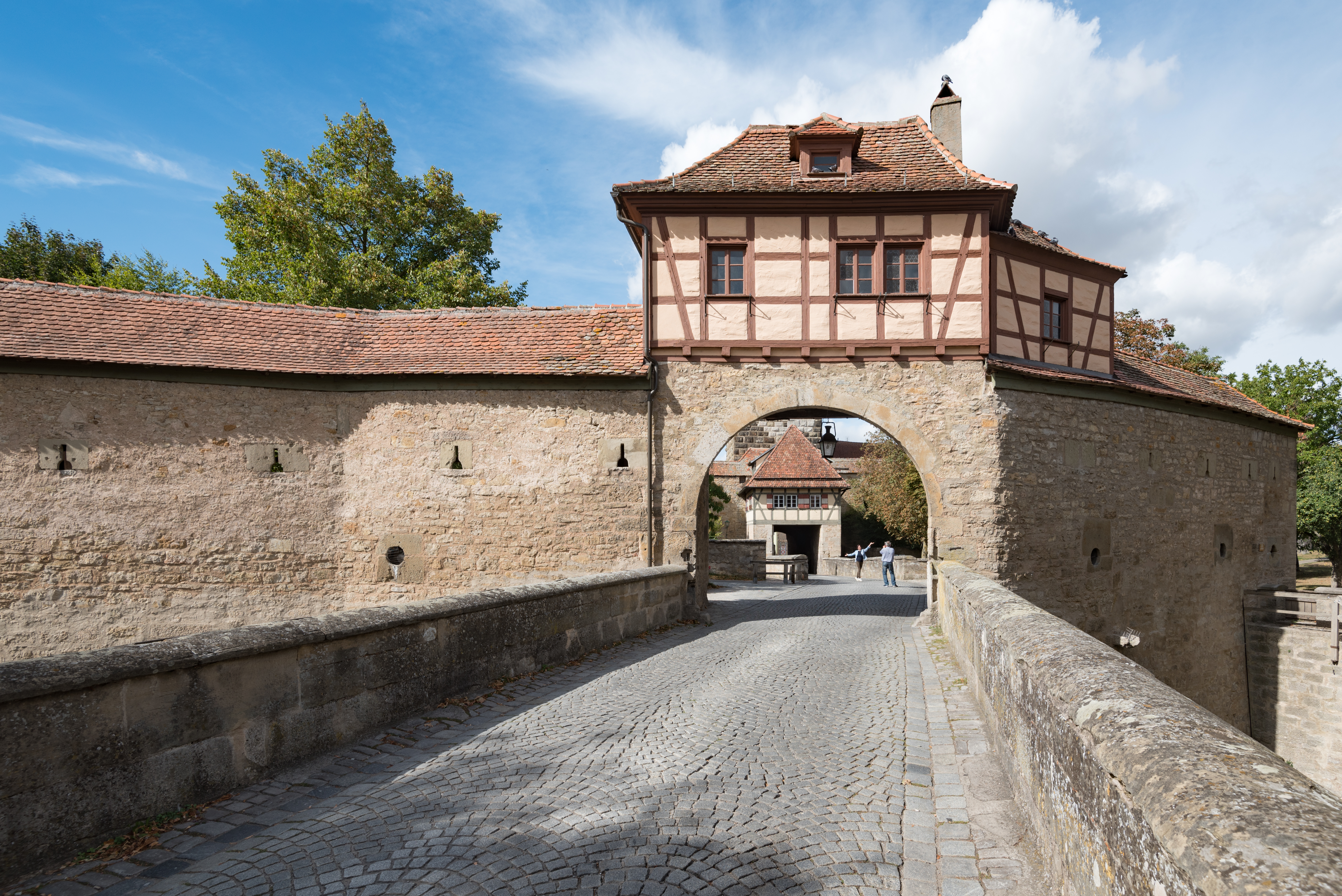
Außenbarbakane und Torbarbakane weitere Bilder
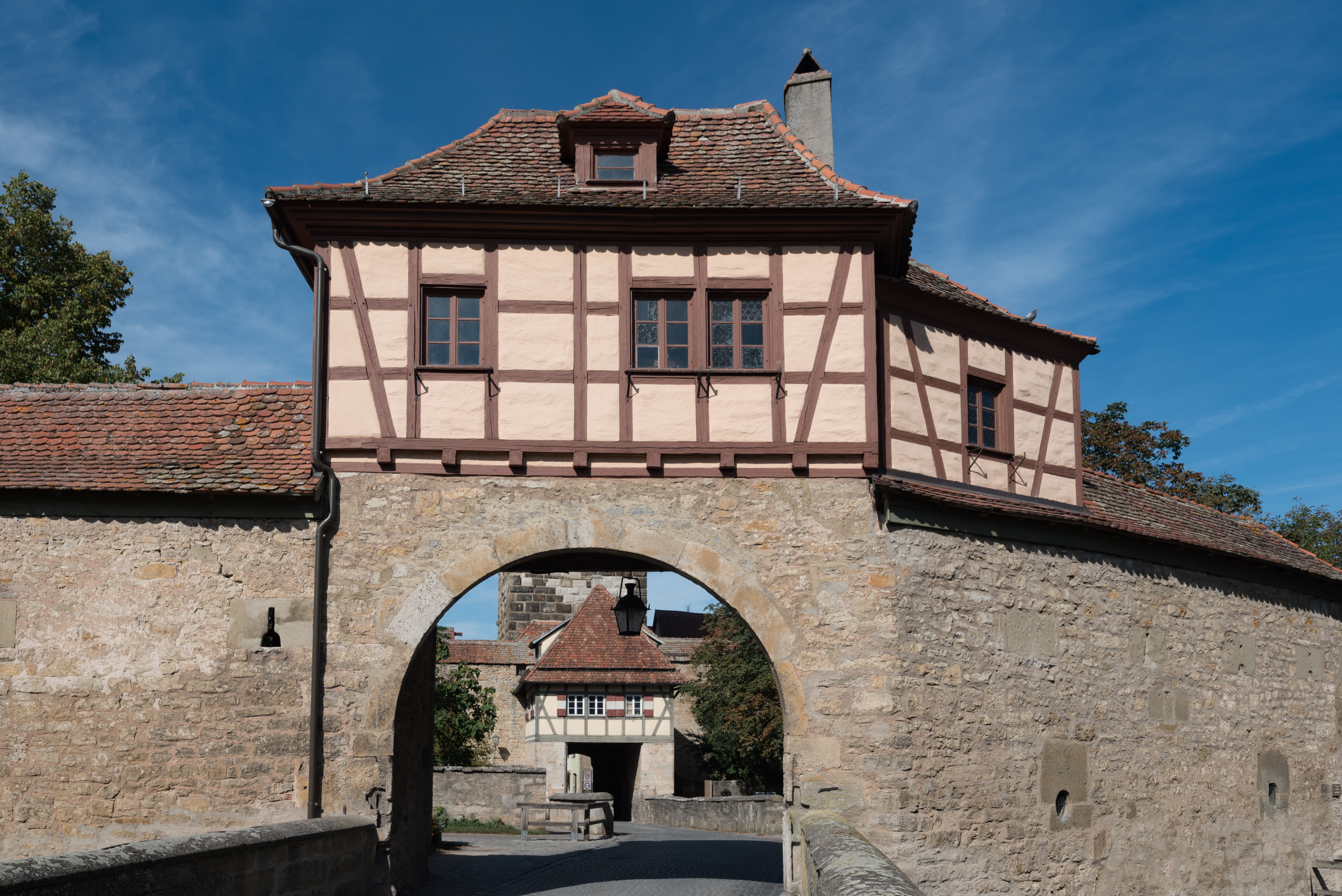
Außenbarbakane, von Osten weitere Bilder
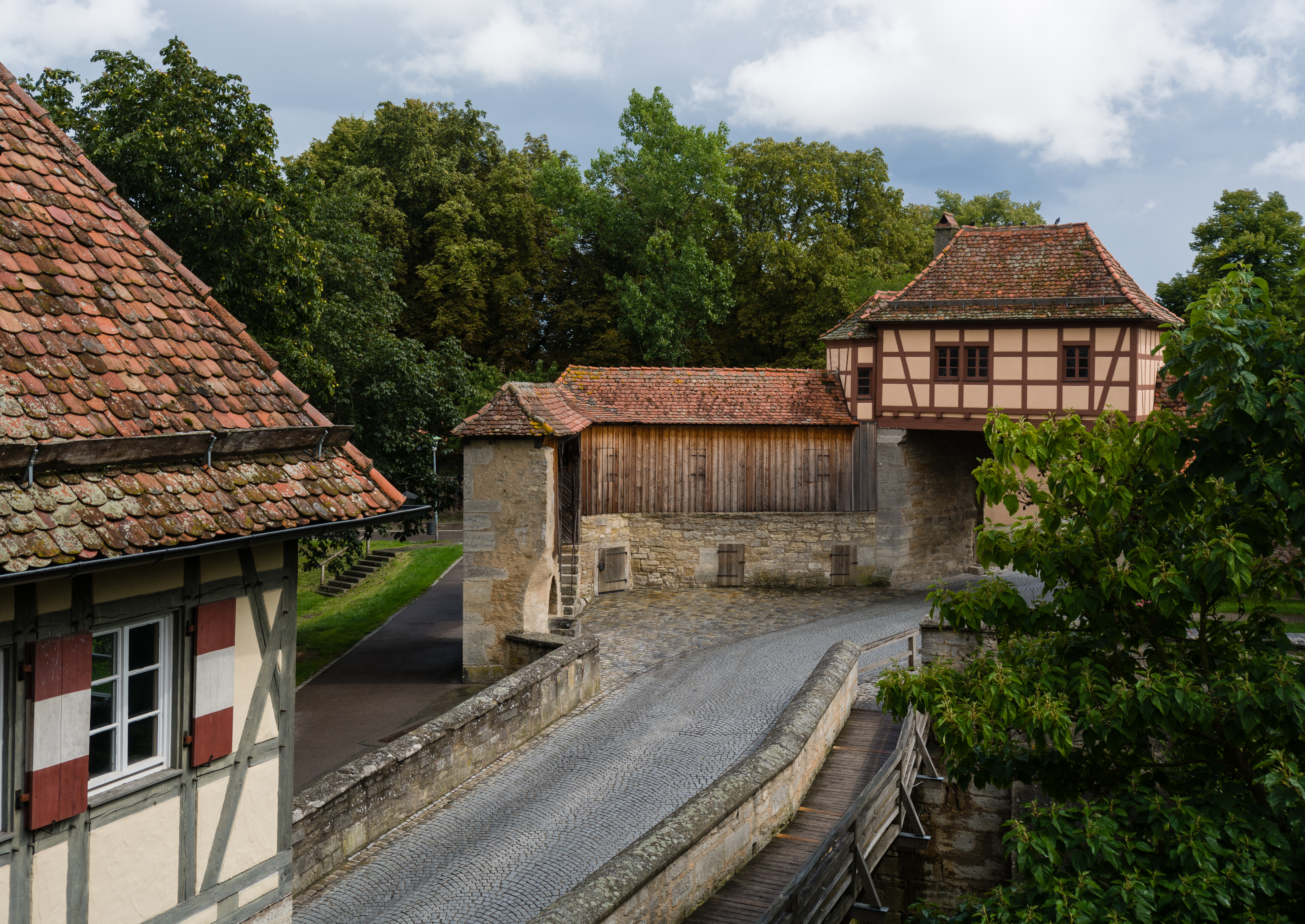
Außenbarbakane, von Osten weitere Bilder
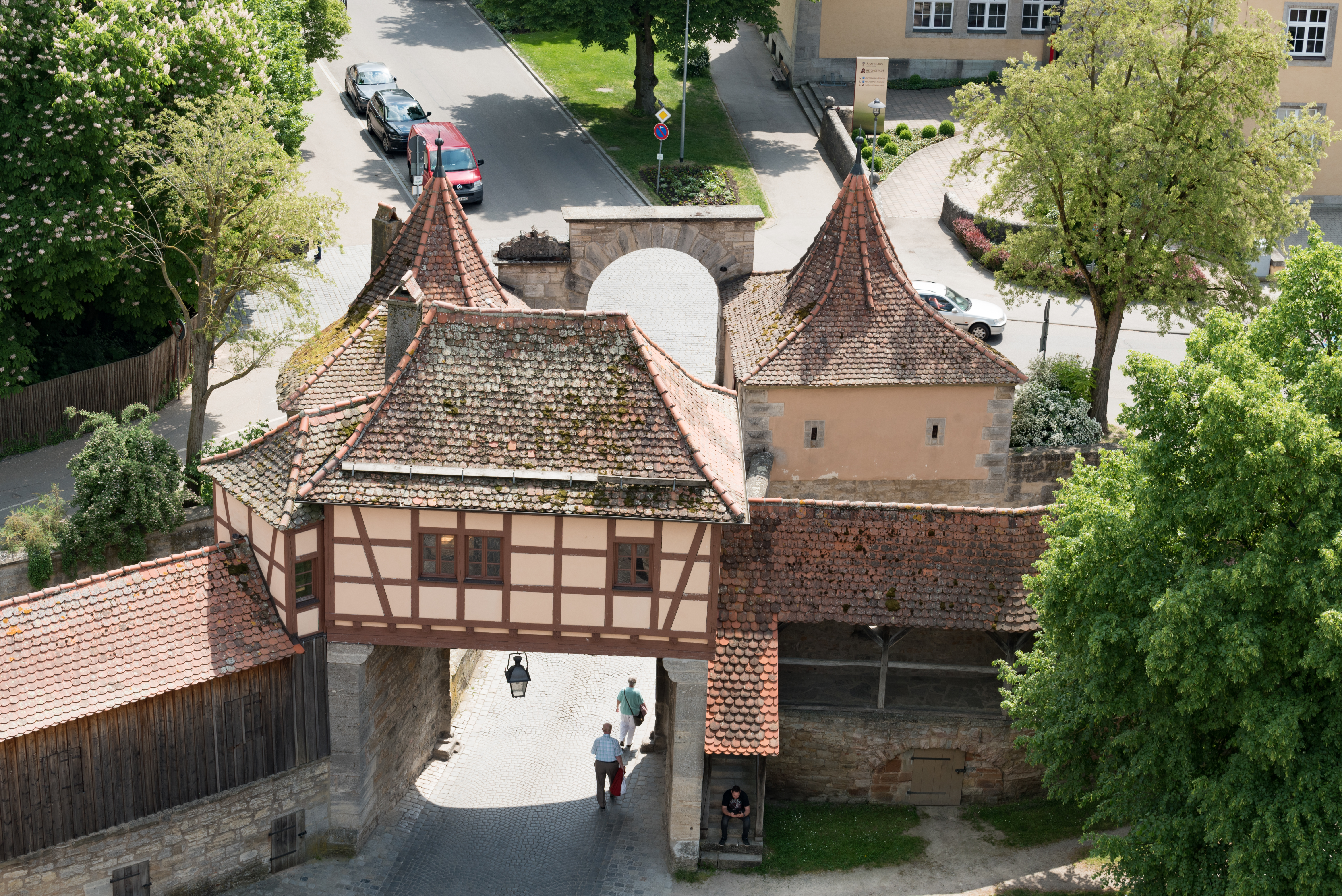
Außenbarbakane, vom Röderturm weitere Bilder
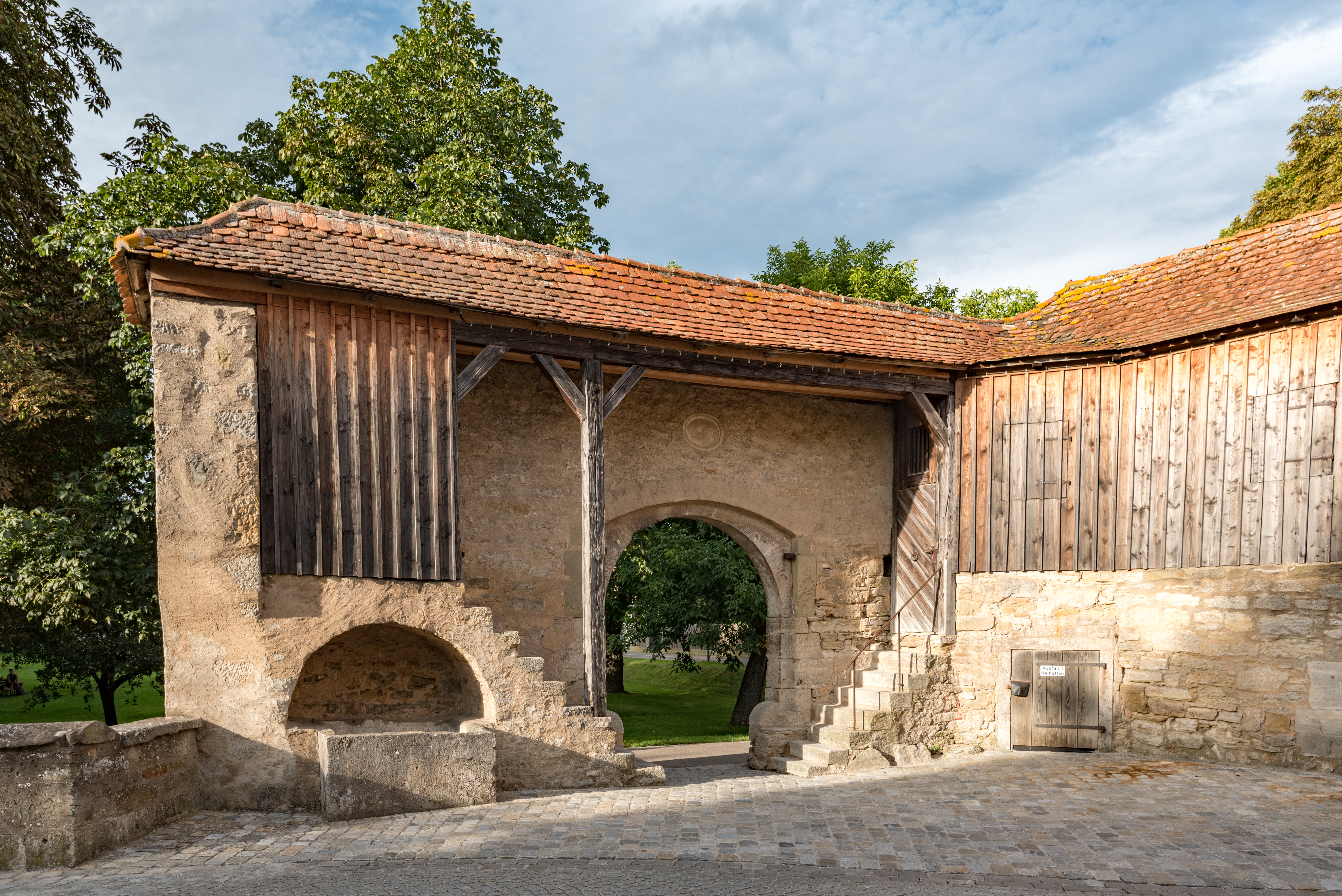
Außenbarbakane, Brunnen weitere Bilder
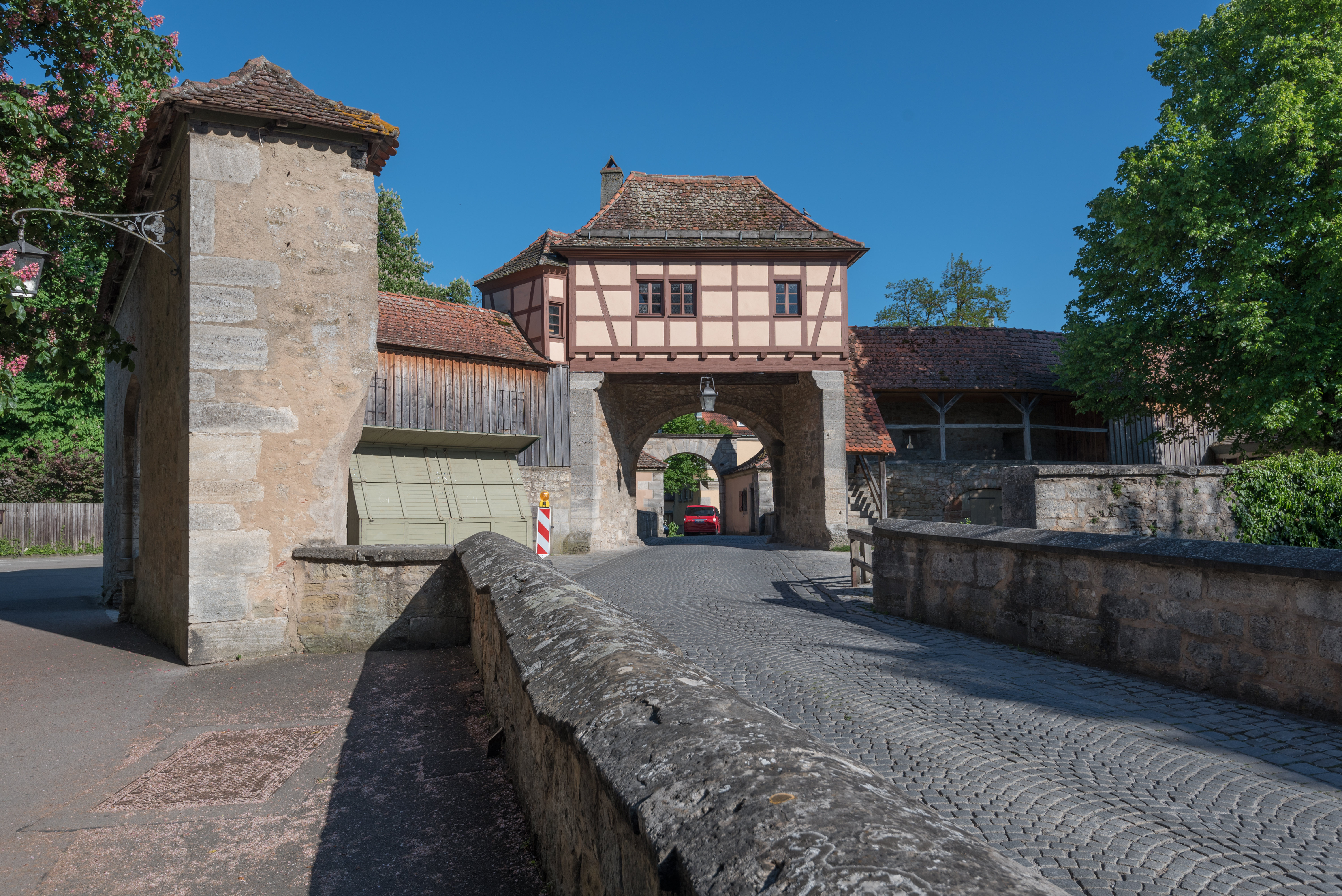
Außenbarbakane, von Westen weitere Bilder
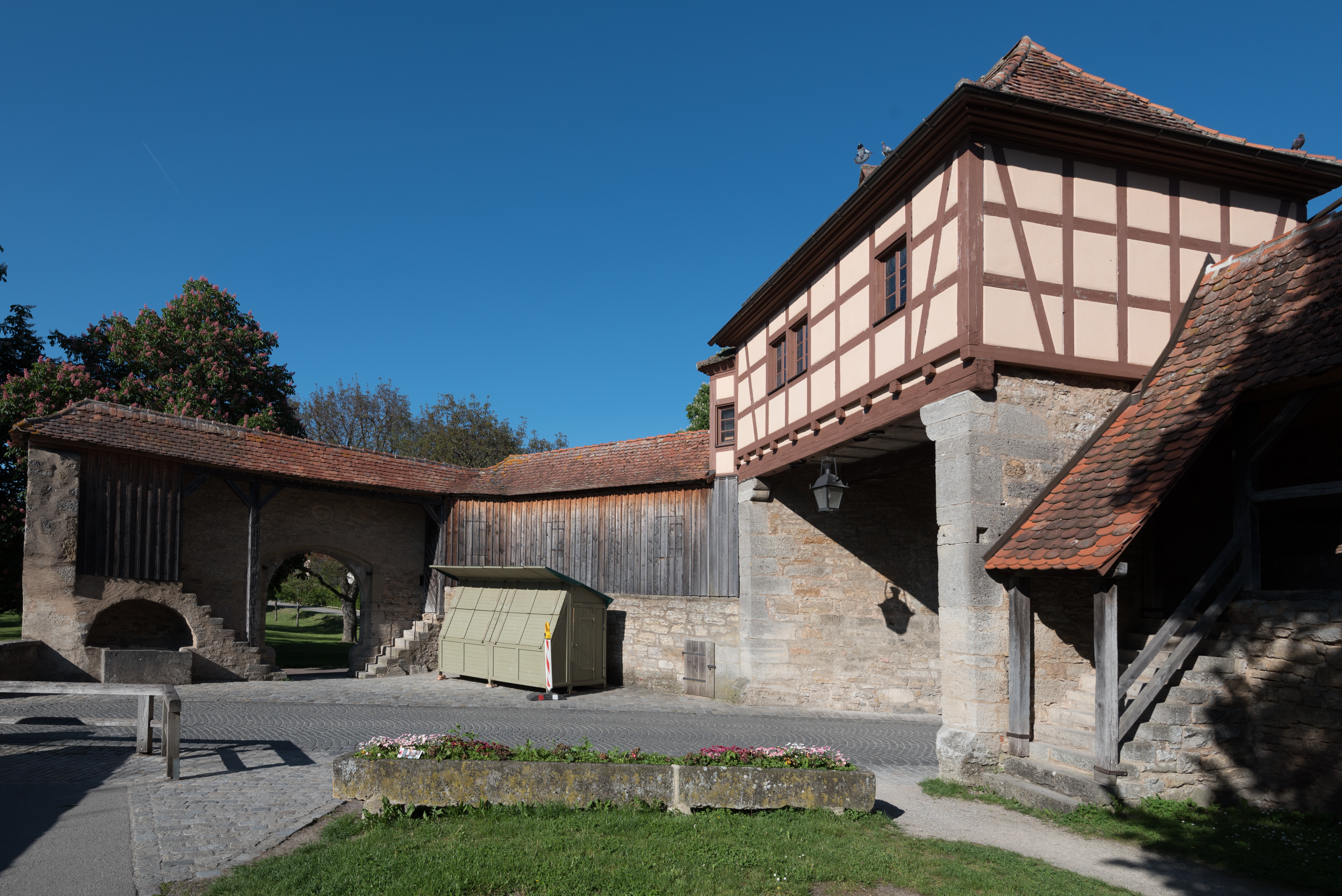
Außenbarbakane, von Westen weitere Bilder
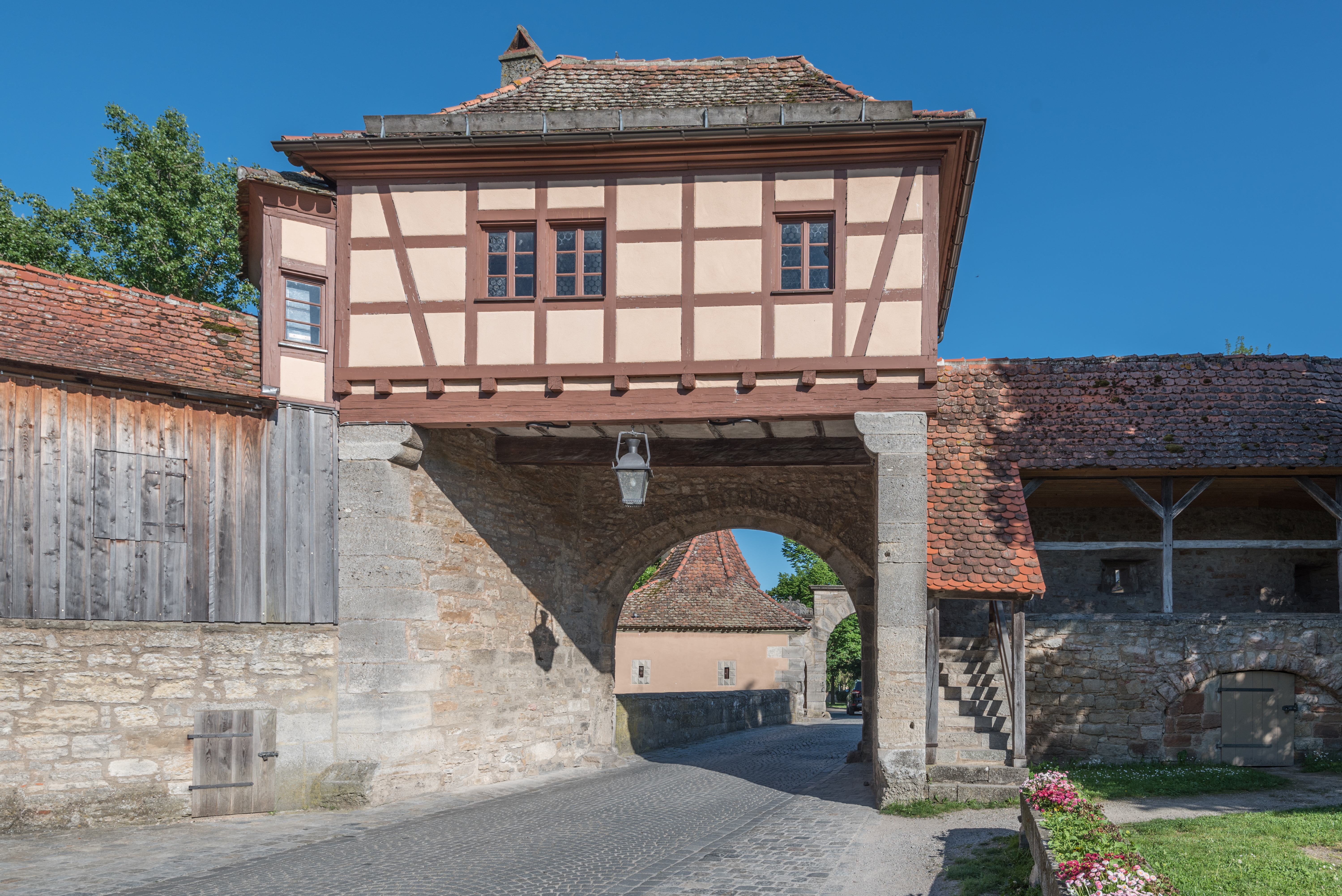
Außenbarbakane, von Westen weitere Bilder
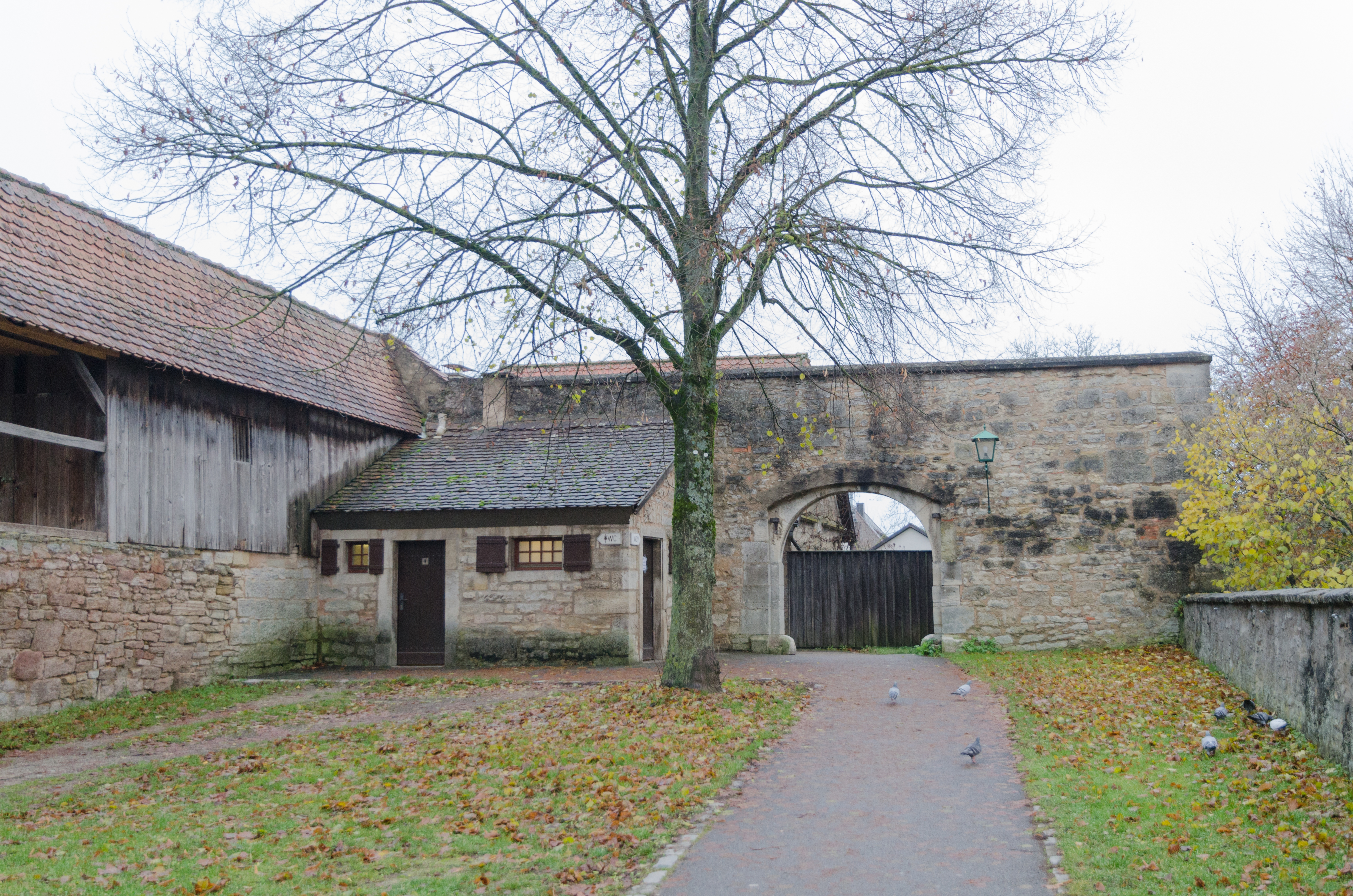
Außenbarbakane, von Westen weitere Bilder
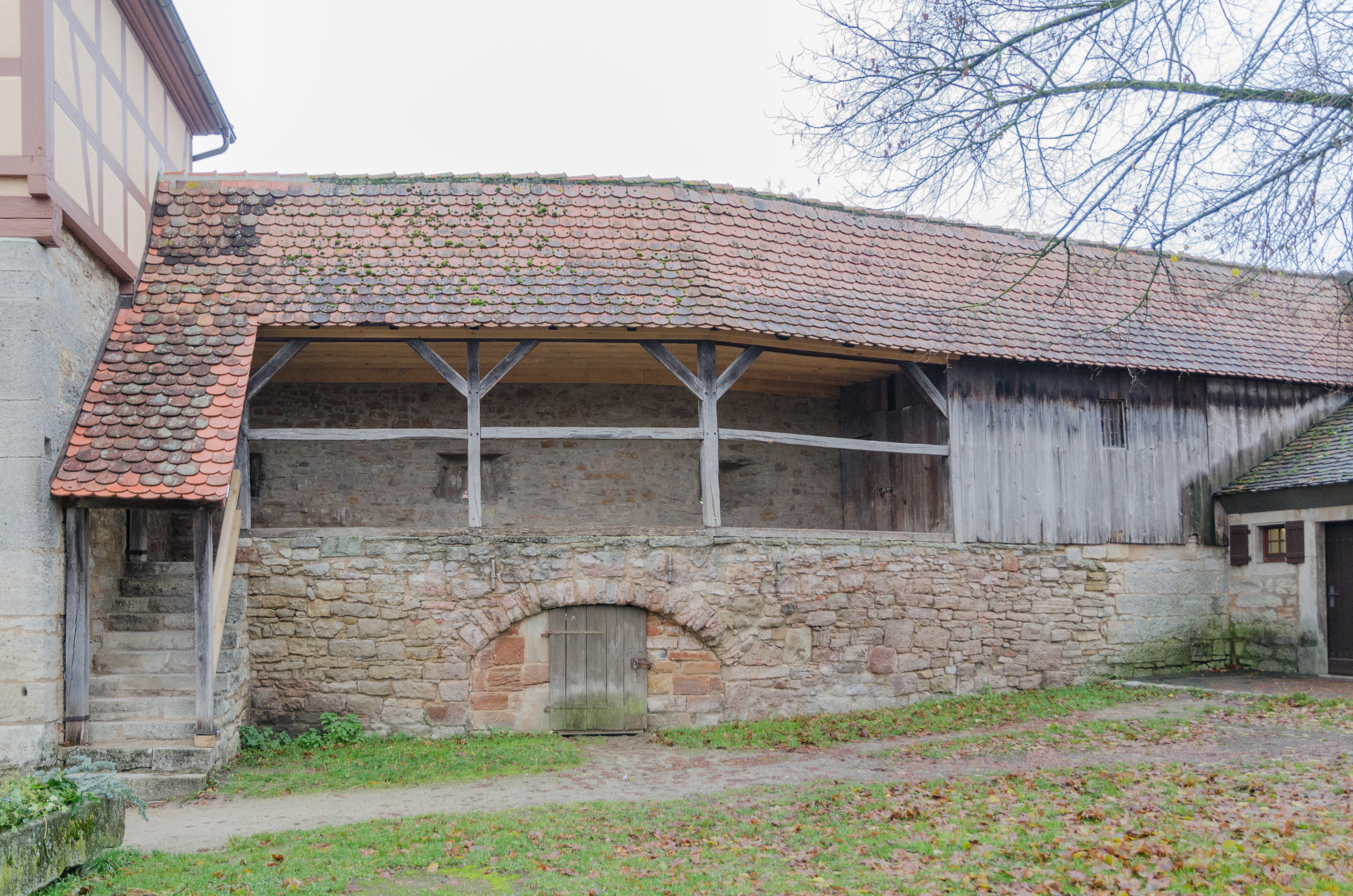
Außenbarbakane, von Westen weitere Bilder
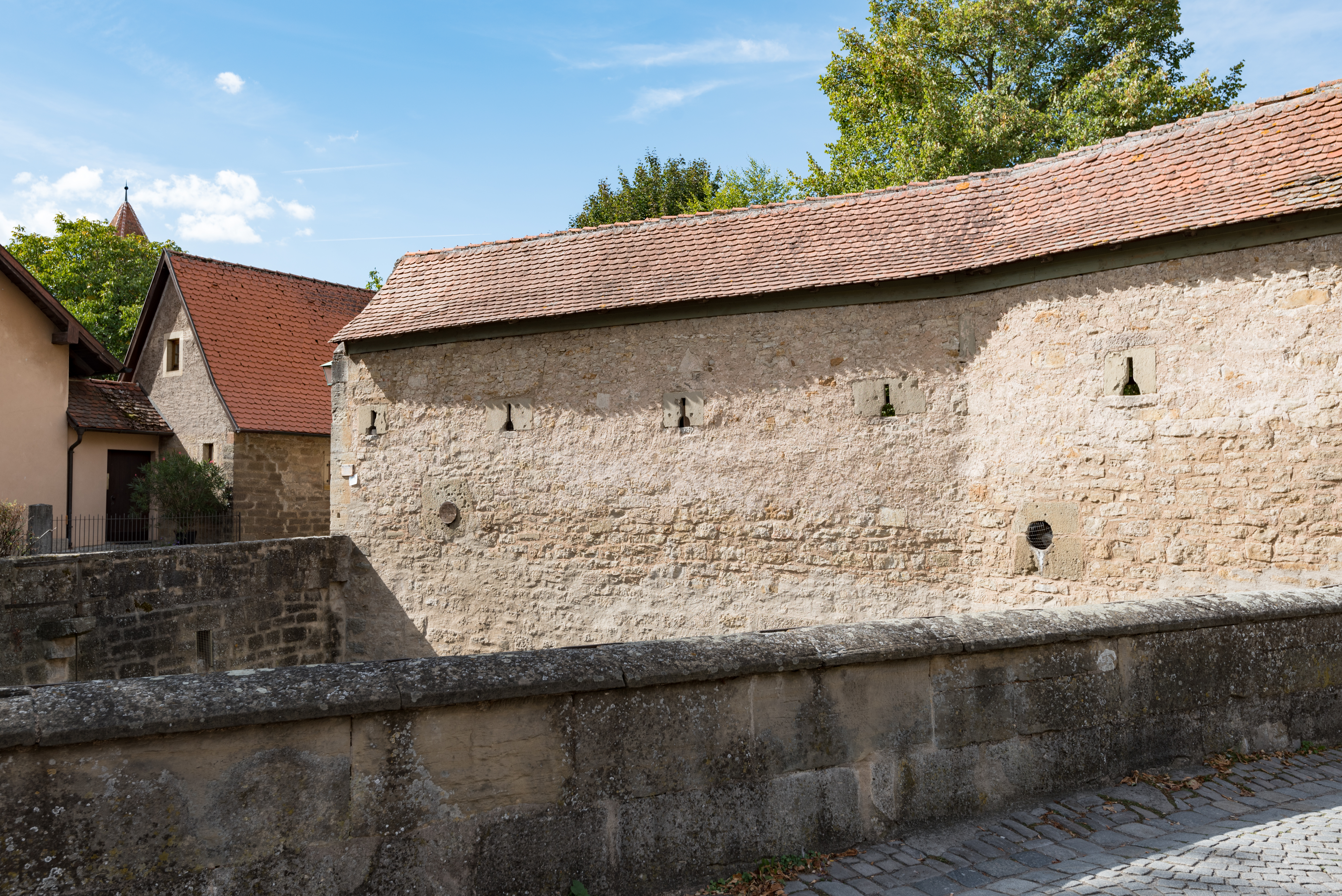
Außenbarbakane, von Osten weitere Bilder
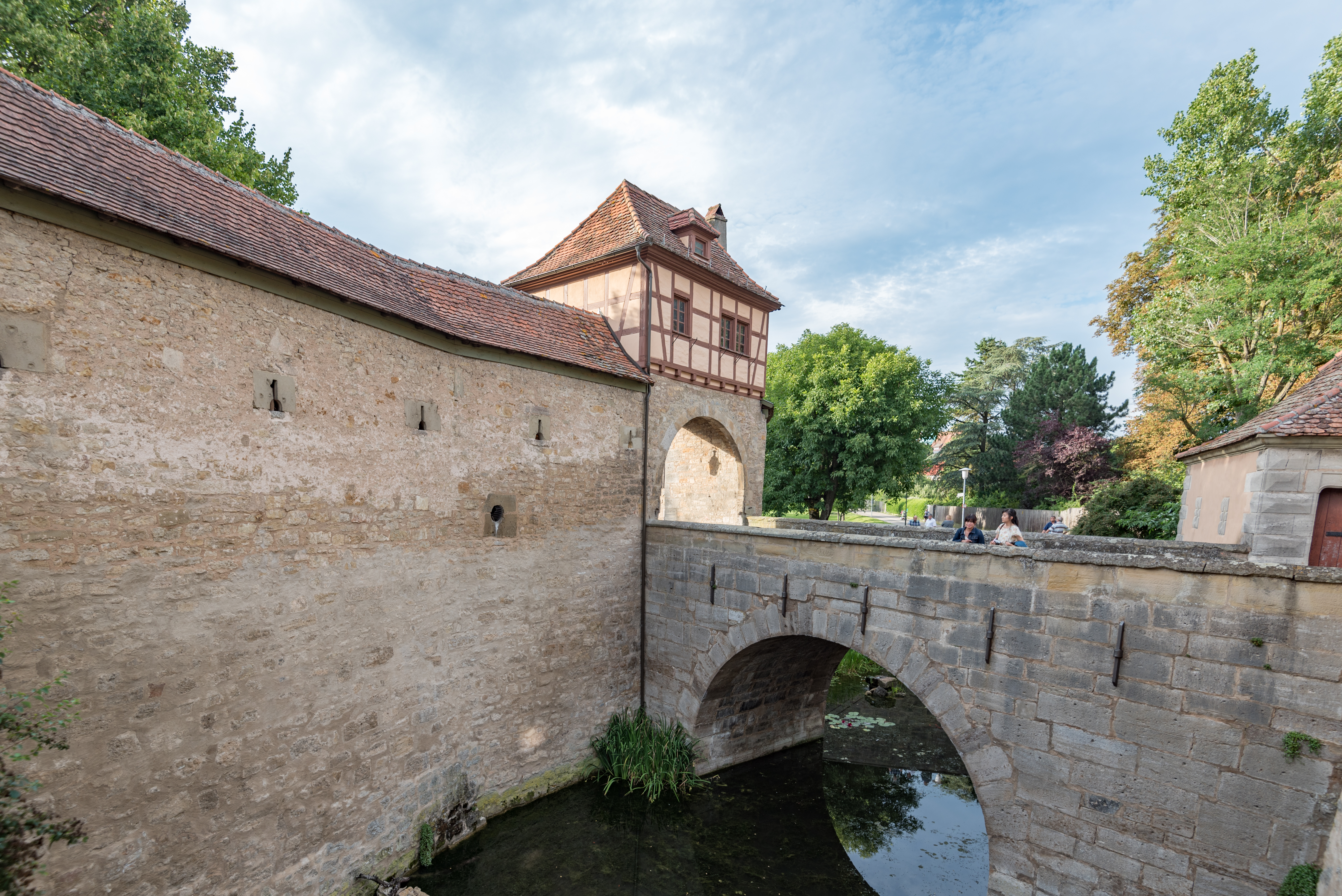
Außenbarbakane, von Osten weitere Bilder
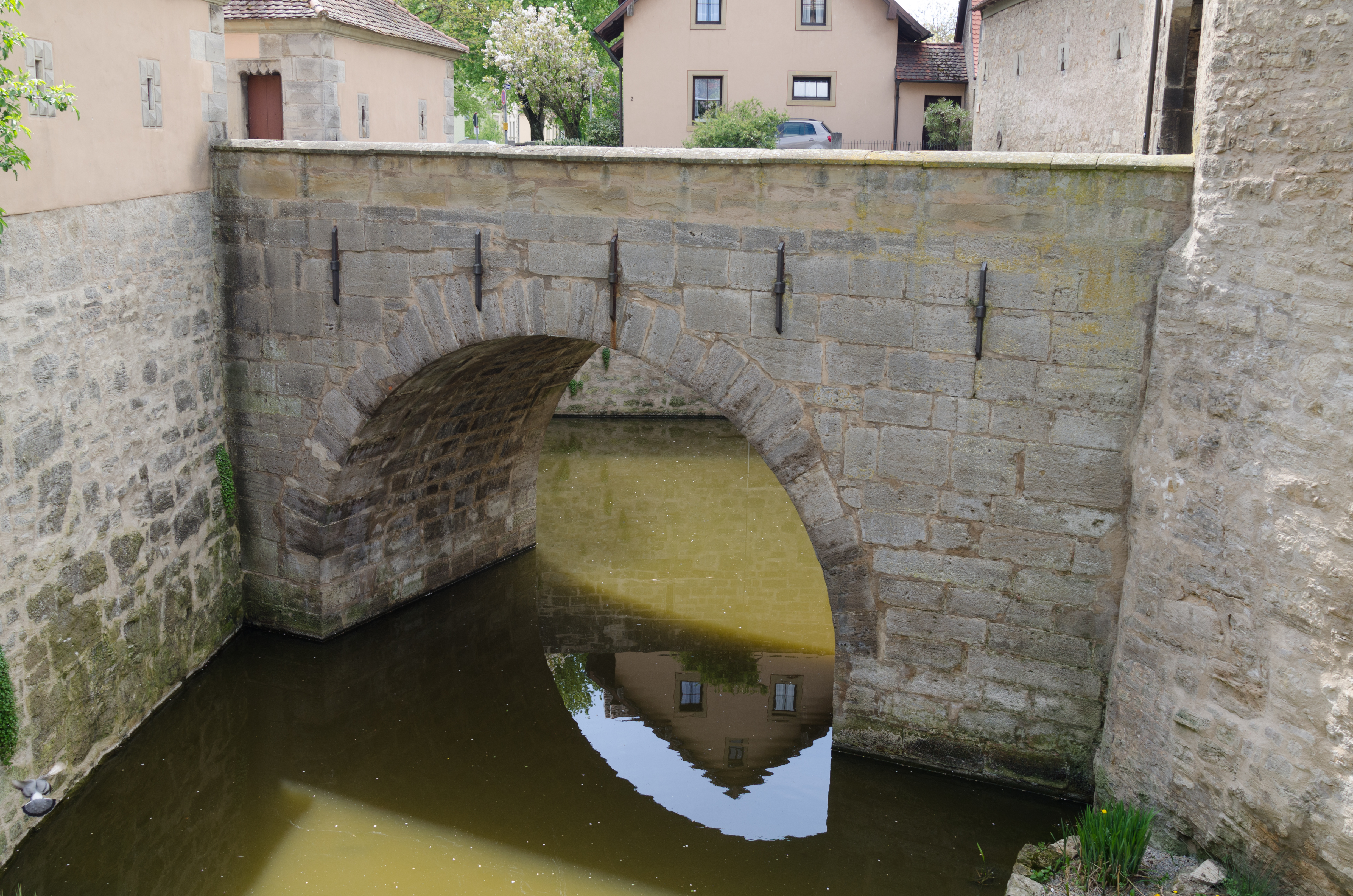
Brücke des Vortors, von Norden weitere Bilder
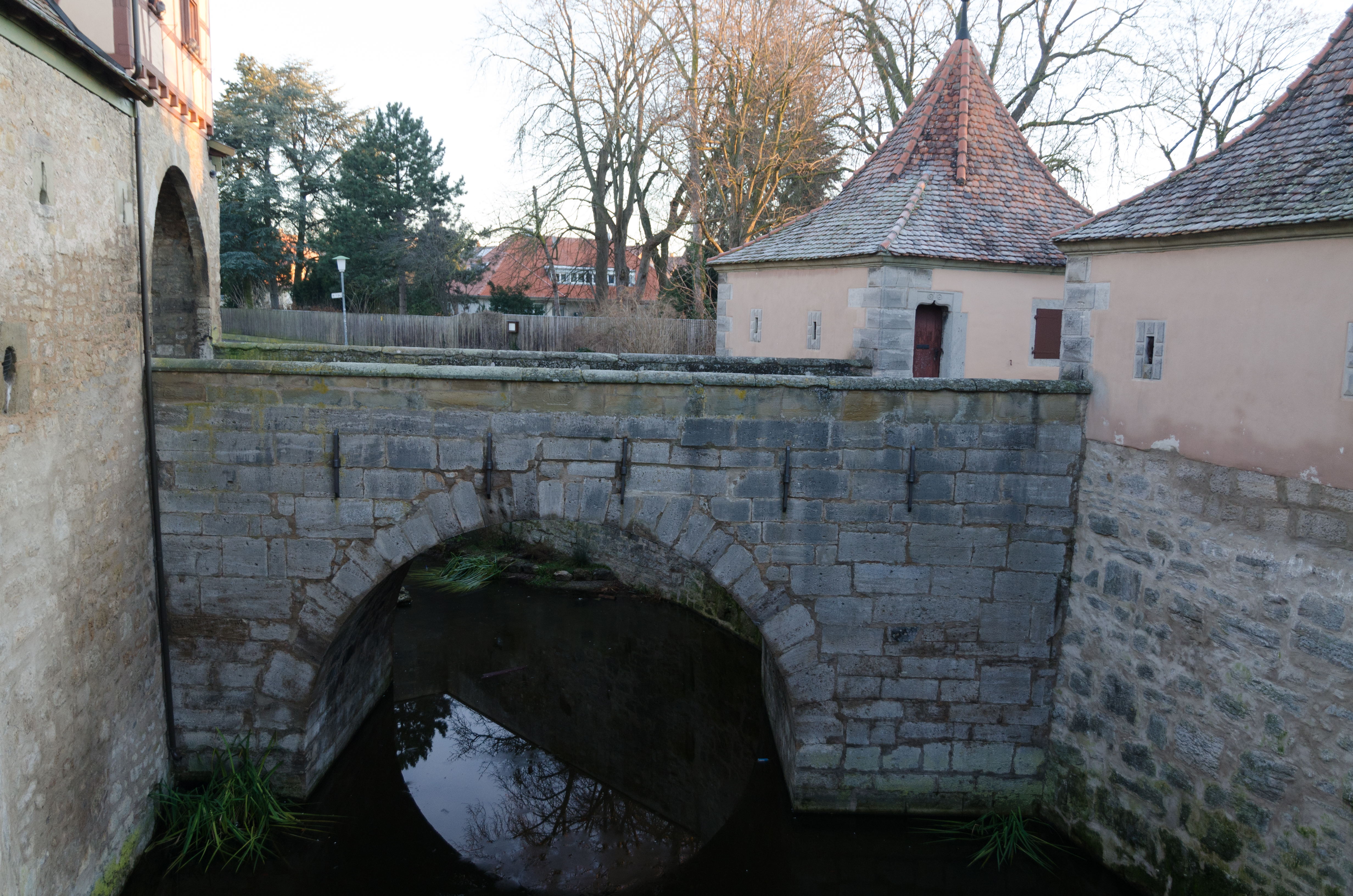
Brücke des Vortors, von Süden weitere Bilder
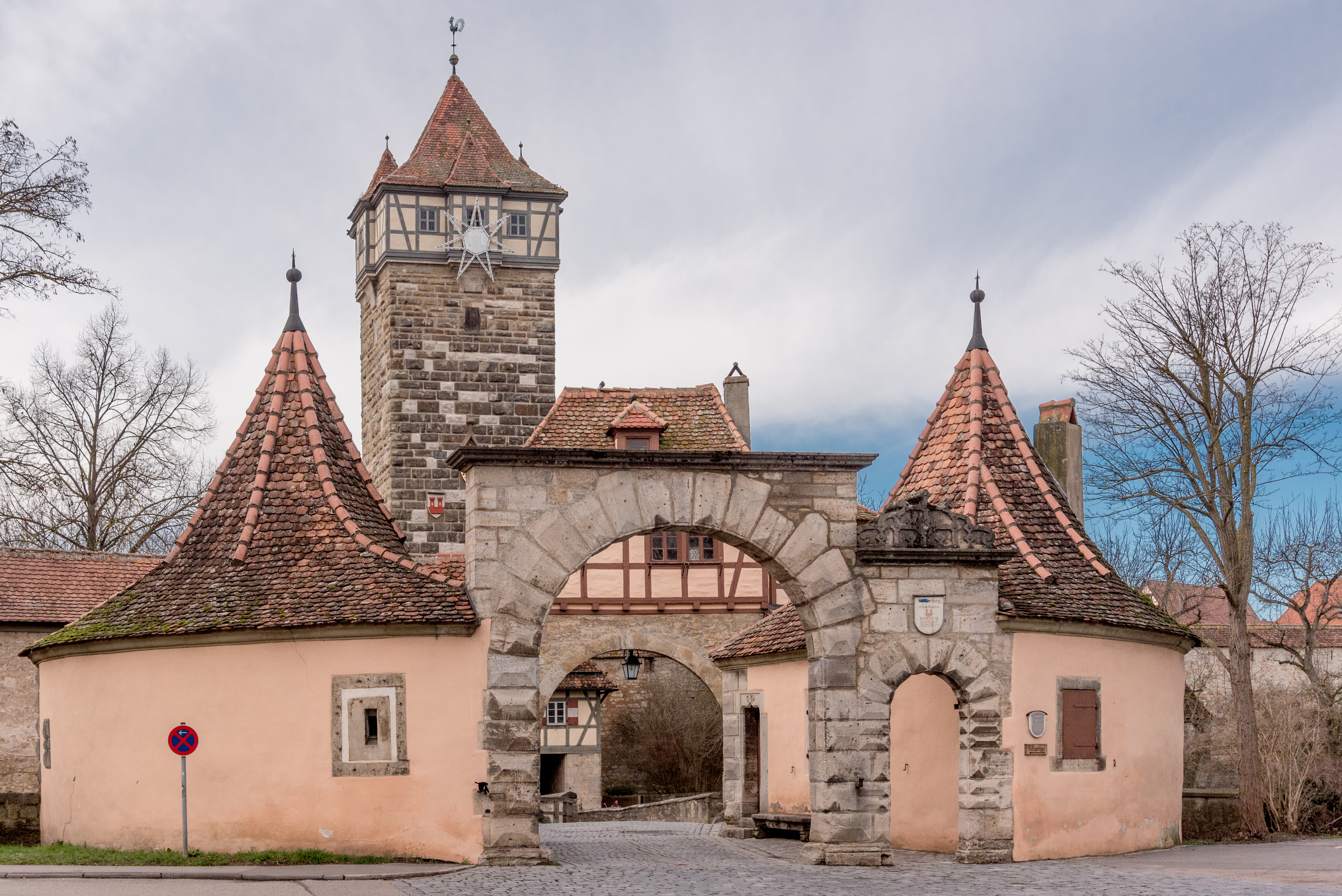
Vortor, von Osten weitere Bilder
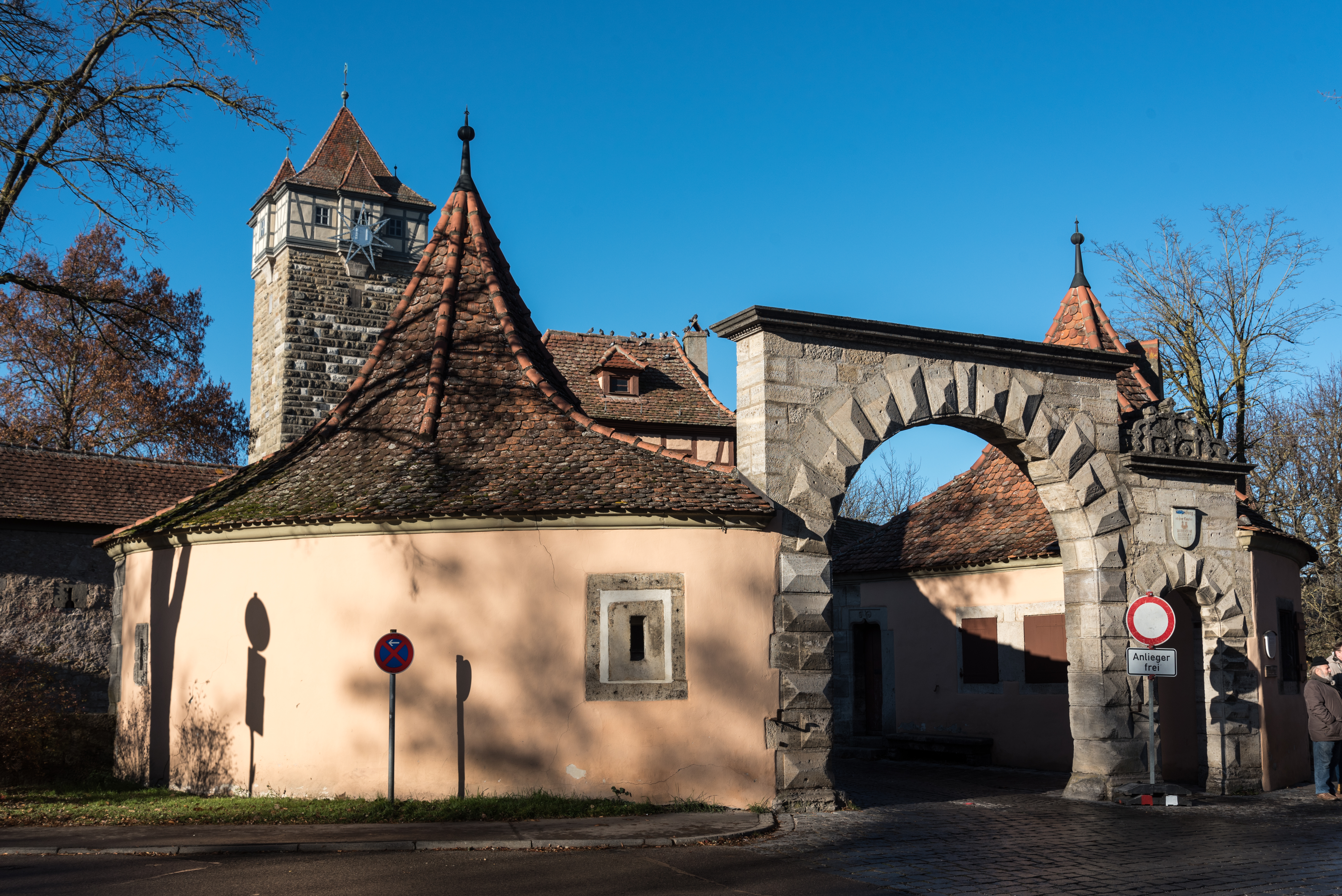
Vortor, von Osten weitere Bilder
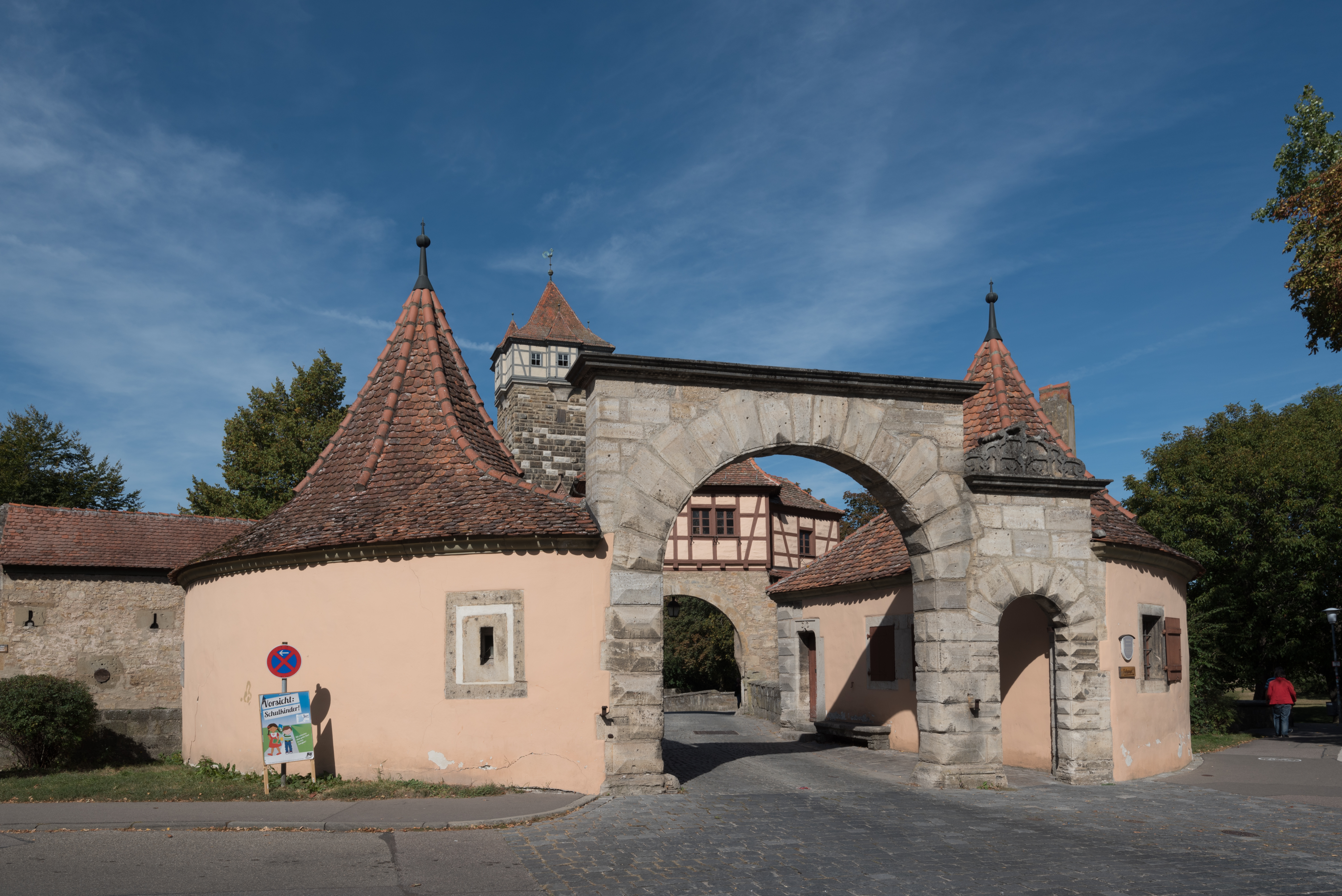
Vortor, von Osten weitere Bilder
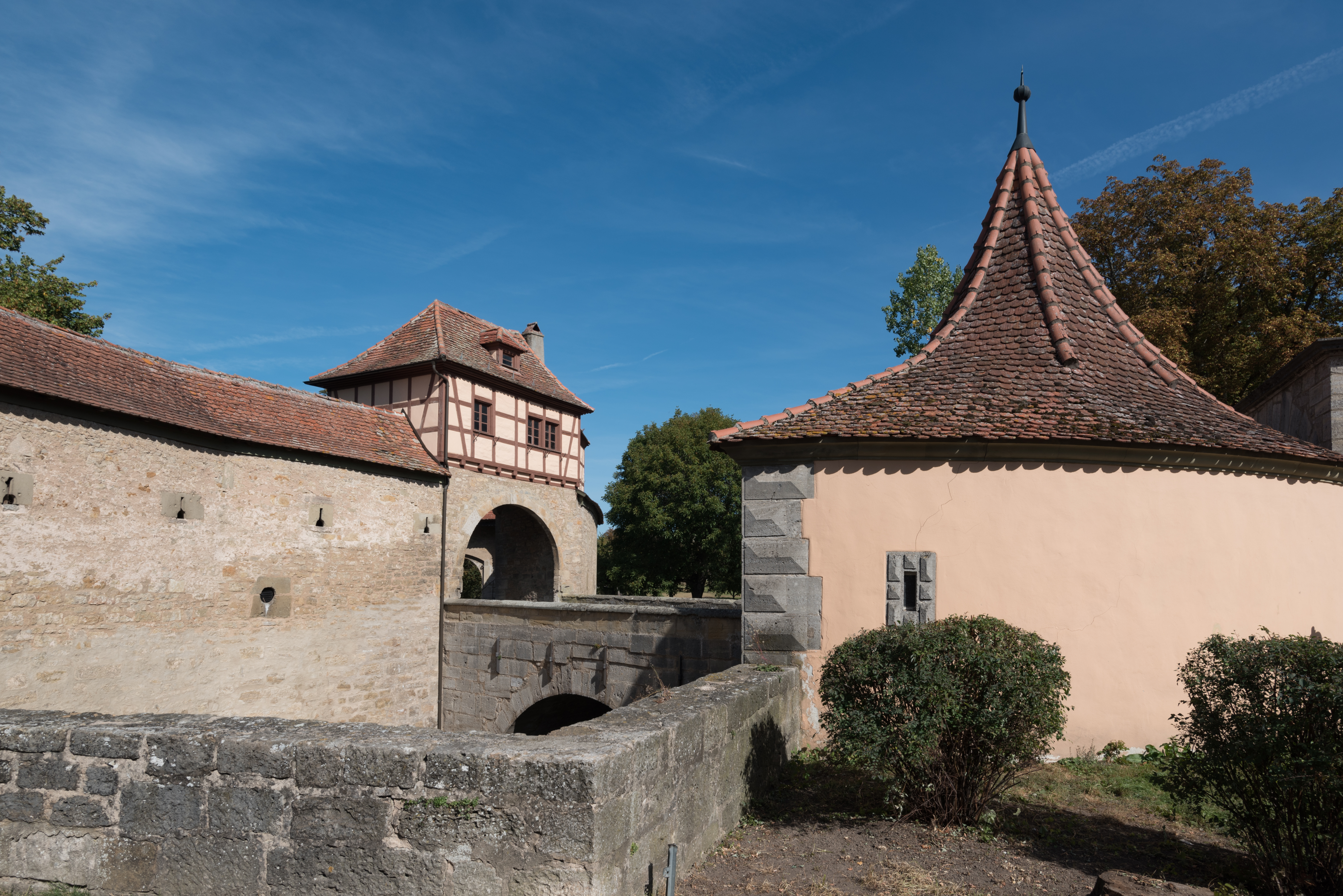
Vortor, von Osten weitere Bilder
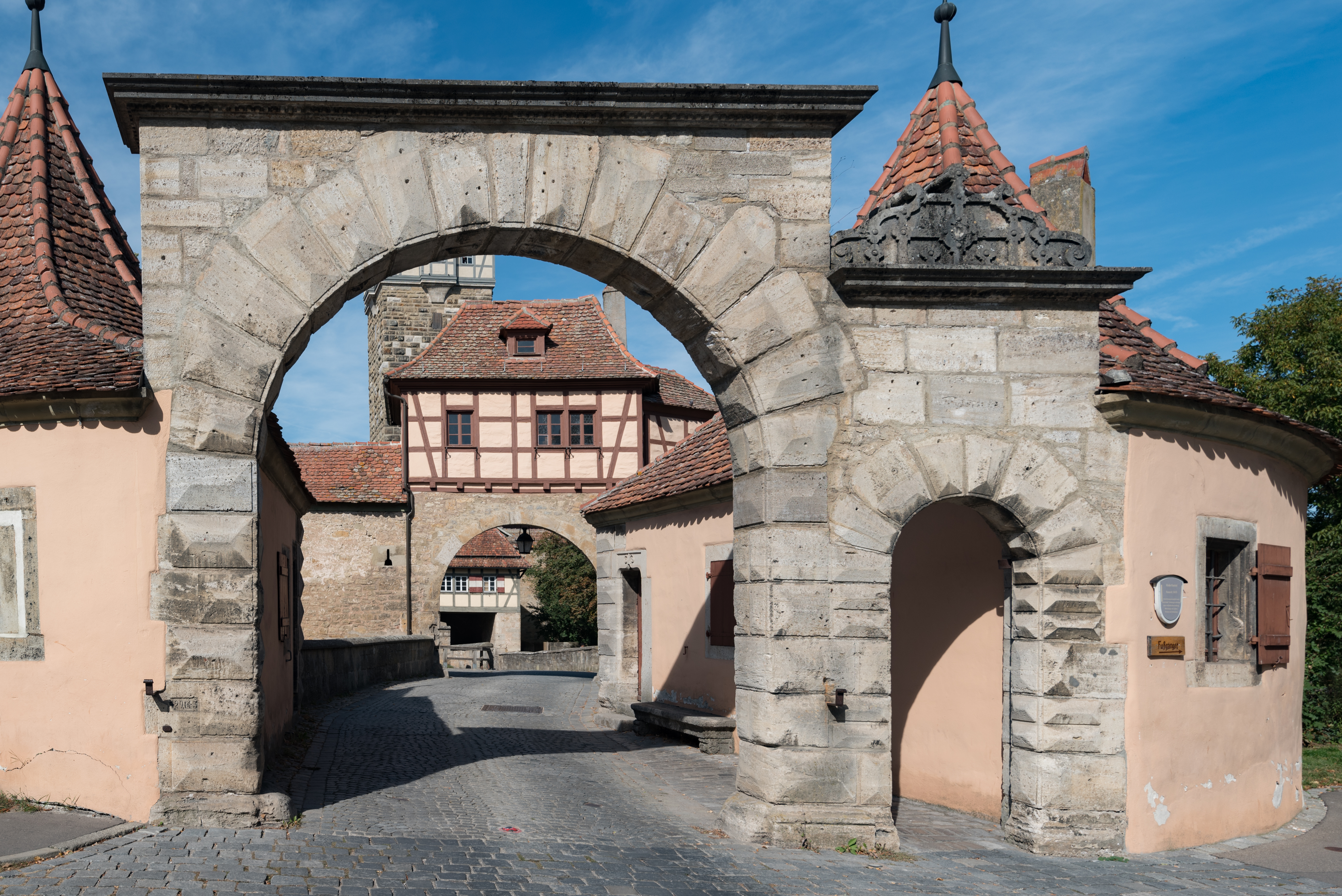
Vortor, von Osten weitere Bilder
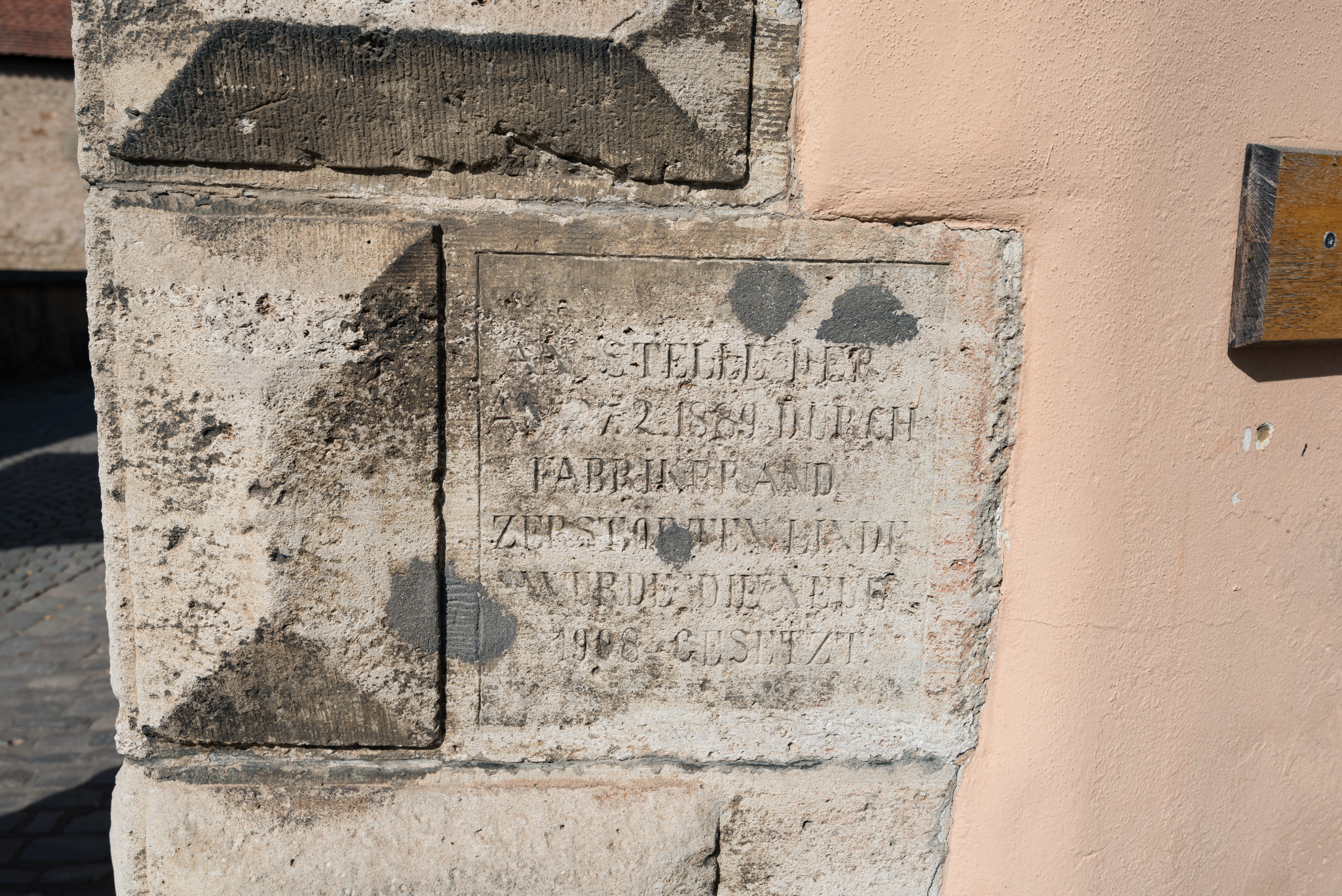
Vortor, Inschrift weitere Bilder
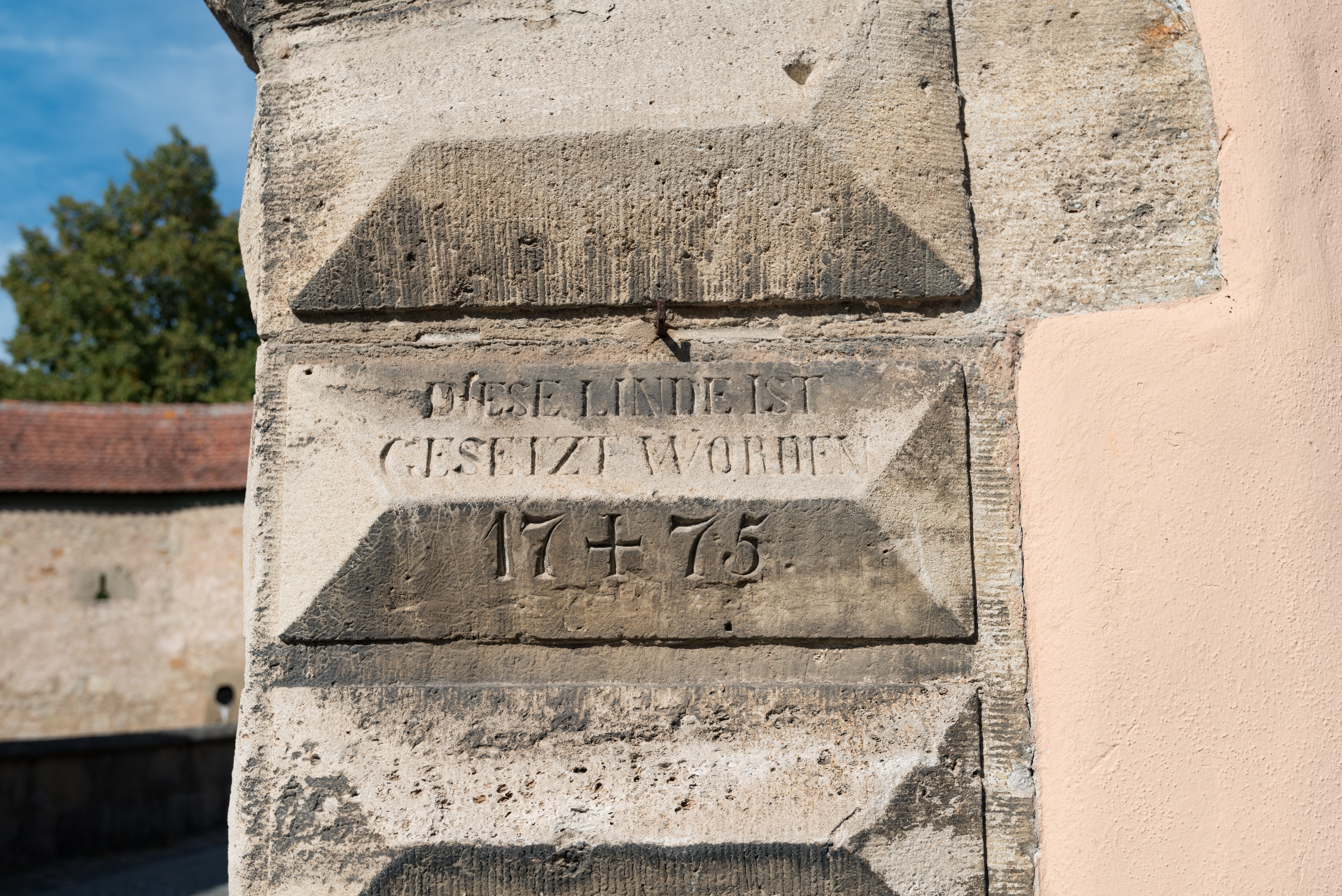
Vortor, Inschrift weitere Bilder
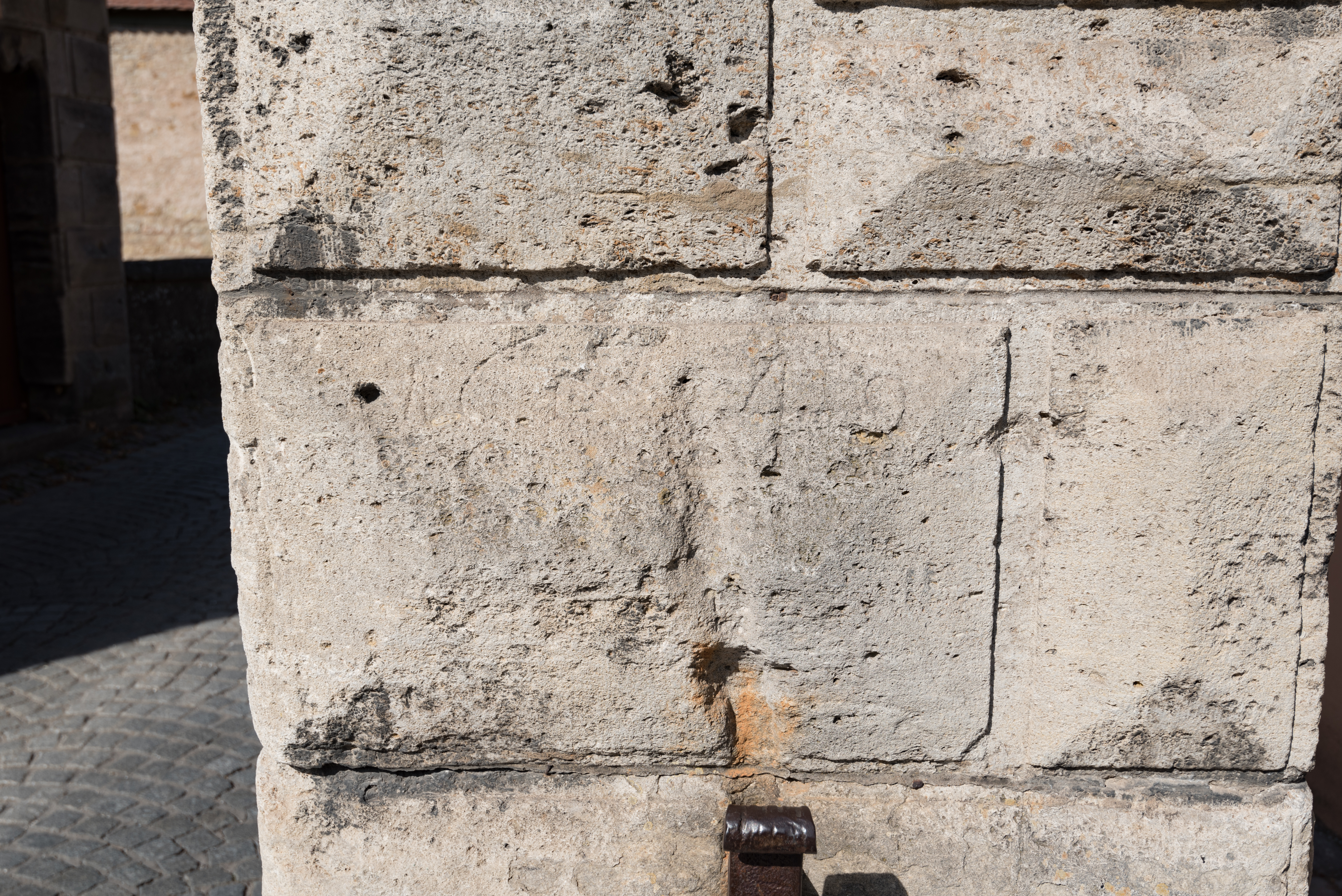
Vortor, Inschrift weitere Bilder
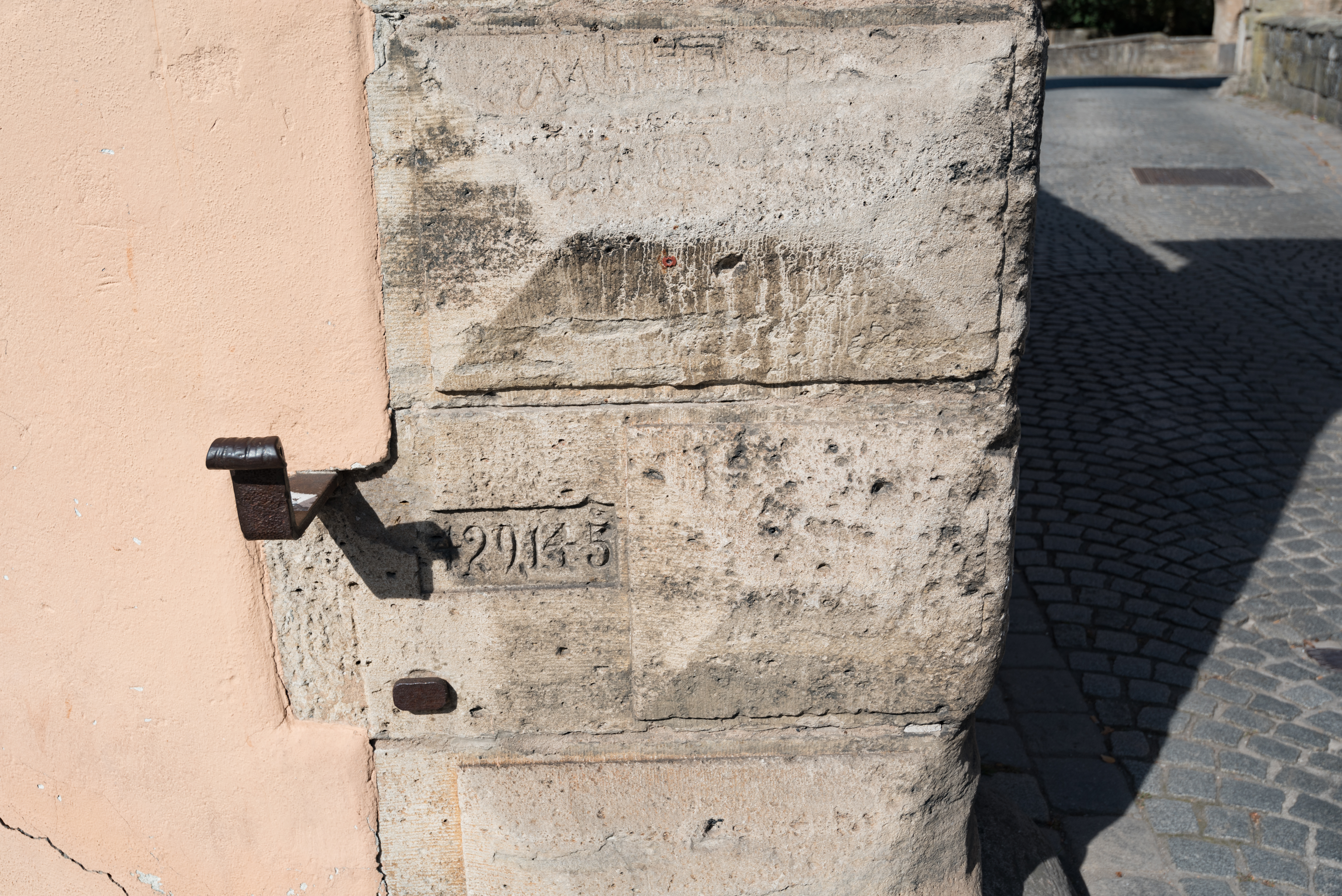
Vortor, Inschrift weitere Bilder
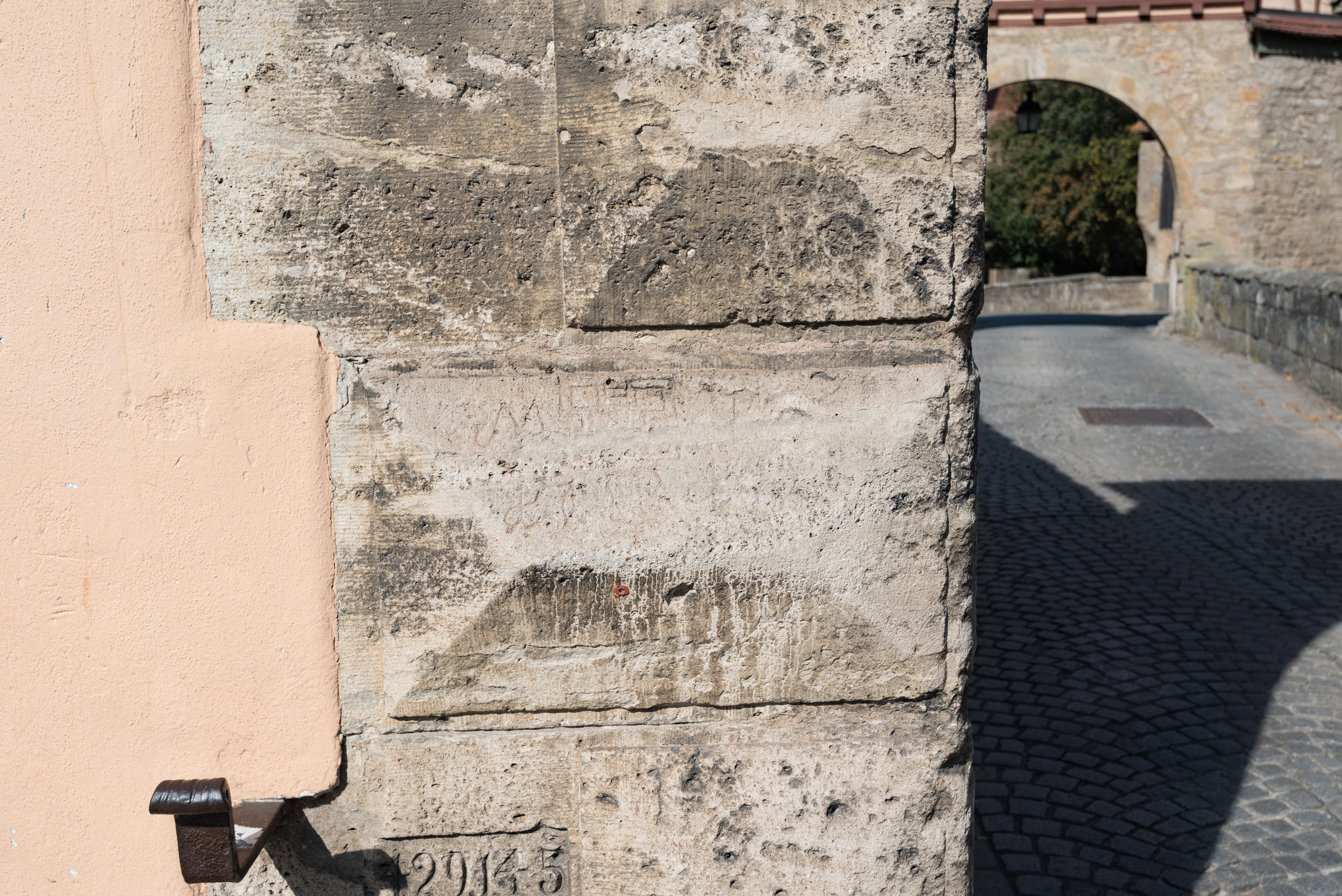
Vortor, Inschrift weitere Bilder
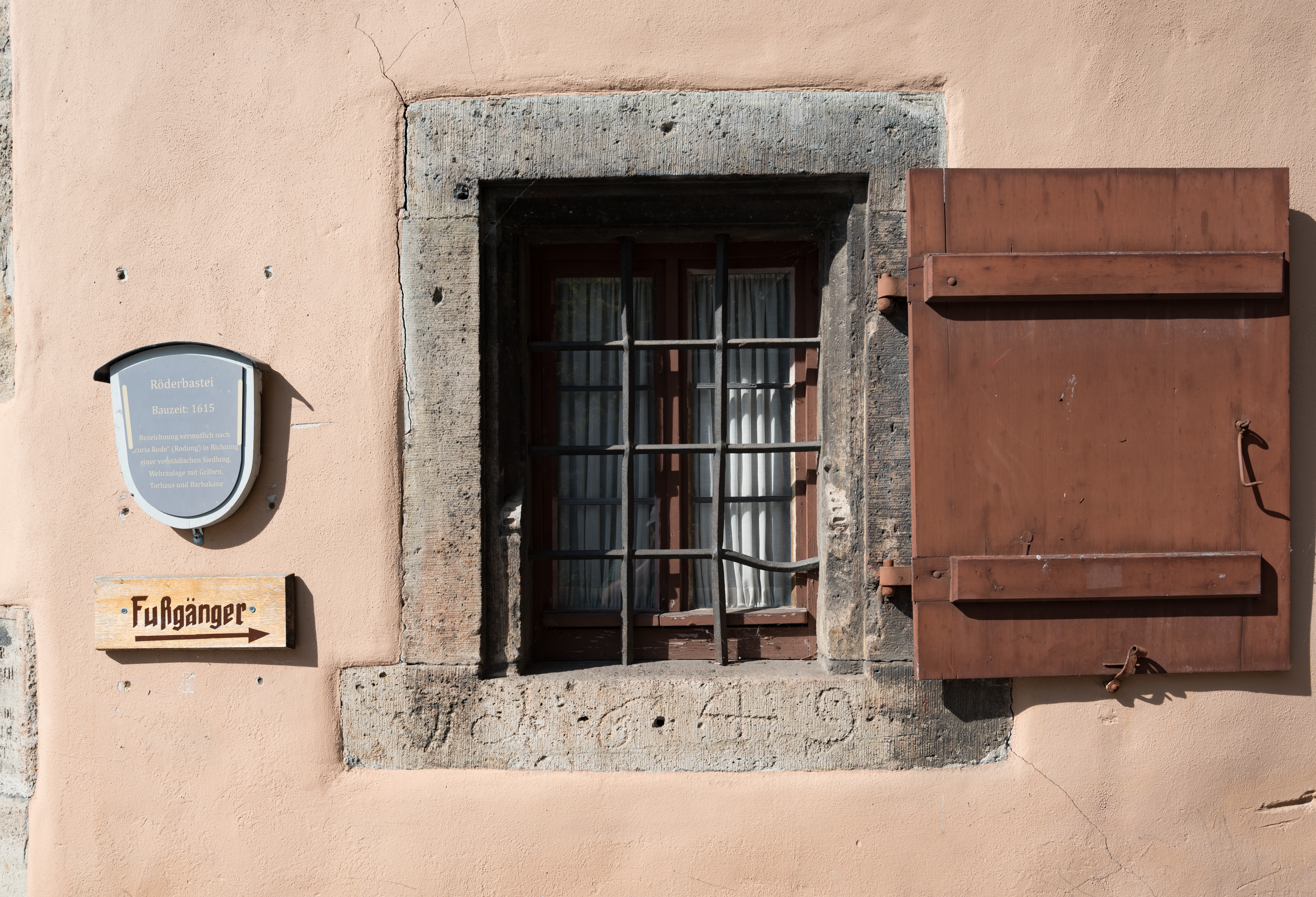
Vortor, von Osten weitere Bilder

#### Vom Rödertor zum Ruckesser
Im Abschnitt mit Wehrgang vom Rödertor zum Ruckesser ist die Mauer in voller Höhe mit Wehrgang, vier Mauertürmem, vier Streichwehren und im nördlichen Abschnitt der Wassergraben erhalten. Am sogenannten Feuerseelein ist der Wassergraben noch gefüllt. Die Mauergasse Röderschütt gewährt auf Stadtseite freien Zugang zur Hauptmauer. Auf Feldseite ist der Zwinger in voller Länge begehbar. Der Wassergraben ist nicht öffentlich zugänglich, kann aber von der Zwingermauer abschnittsweise betrachtet werden.
- Streichwehr beim Rödertor (Lage), rechteckiger Mauererker mit Konsole, 16./17. Jahrhundert
- Streichwehr beim Hohennersturm (Lage), dreigeschossiger Bruchsteinbau mit Eckquaderung und Walmdach, 1430
- Wachturm, sogenannter Hohennersturm (Lage), quadratischer Hau- und Werksteinbau zu fünf Geschossen mit Pyramidendach, um 1300, Wiederaufbau obere Hälfte 1383
- Streichwehr beim Schwefelturm (Lage), quadratischer Bruch- und Werksteinbau, nur noch Unterbau erhalten, 1430
- Wachturm, nördlich beim Faulturm ohne Namen, später Schwefelturm genannt (Lage), zweigeschossiger Rundturm aus Buckelquadern und Bruchstein mit Kegeldach, erstes Viertel 15. Jahrhundert
- Wassergraben (Lage), sogenanntes Feuerseelein, 1430
- Streichwehr beim Faulturm (Lage), querrechteckiger Bruchsteinbau mit Eckquaderung, unterhalb ehemaliger Zwingerkrone abgebrochen, 17. Jahrhundert
- Wach- und ehemaliger Gefängnisturm, sogenannter Faulturm (Lage), sechsgeschossiger Rundturm mit Kegeldach, spätes 14. Jahrhundert, Aufstockung 1530, Dacherneuerung bezeichnet „1718“
- Zwinger zwischen Ruckesser und Thomasturm (Lage), Haustein, 1430
- Wachturm, sogenannter Ruckesser (Lage), rechteckiger Turmstumpf aus Haustein, 1388/97, abgetragen 1825/40, früher auch Schwefelturm genannt, bevor der Namen auf den Turm nördlich des Faulturms überging

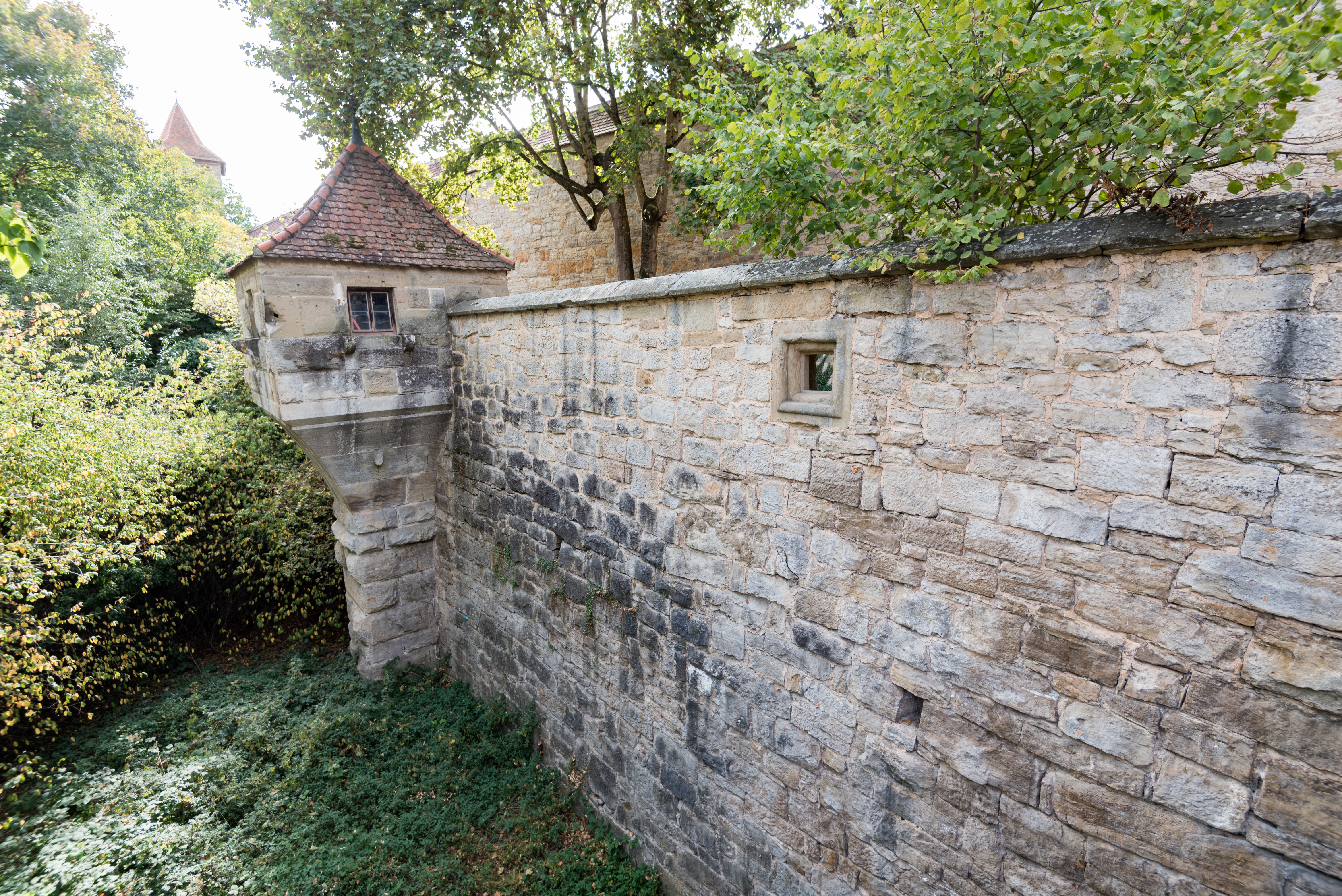
Streichwehr am Rödertor als Erker in der Zwingermauer, von Norden weitere Bilder
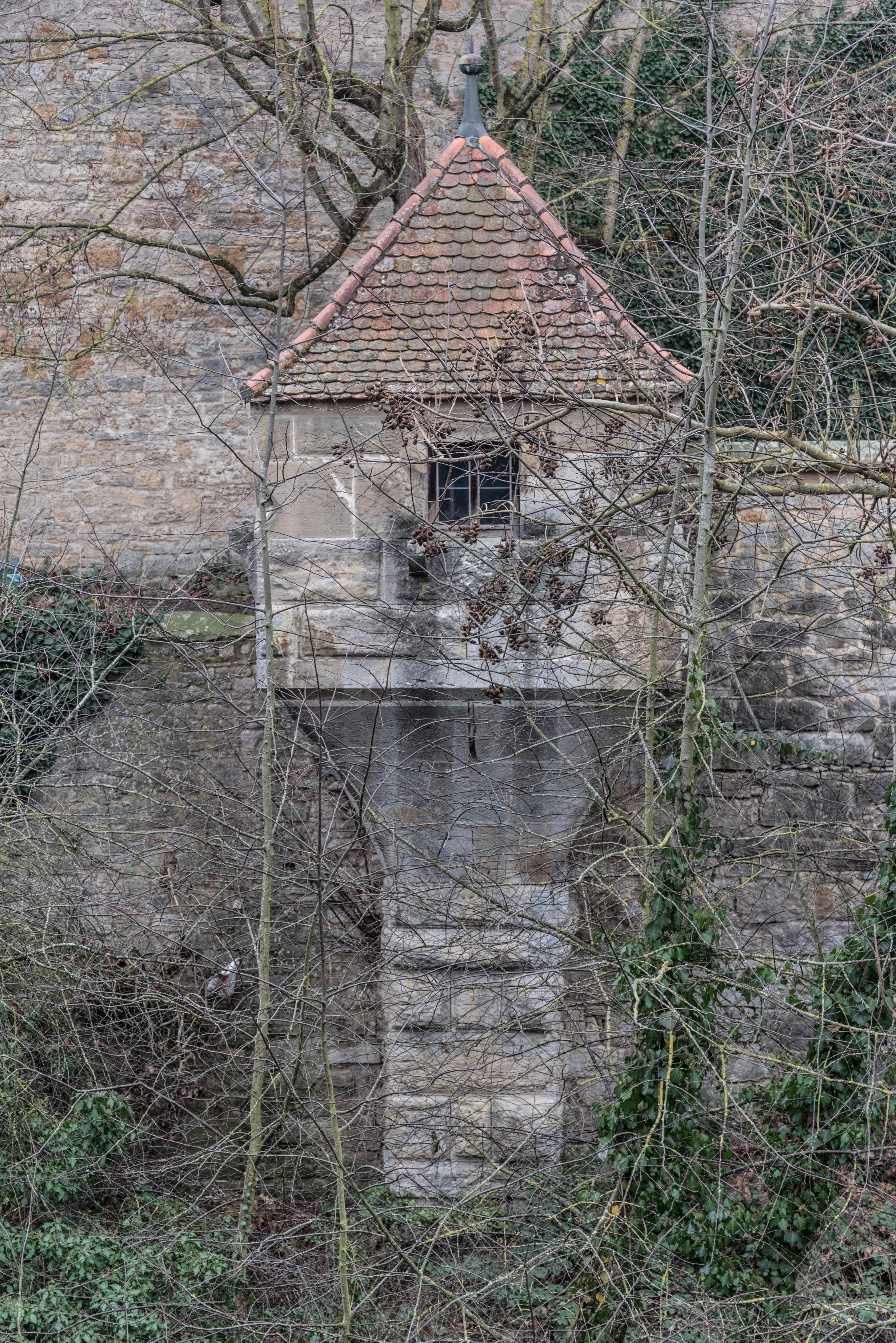
Streichwehr am Rödertor als Erker in der Zwingermauer, von Osten weitere Bilder
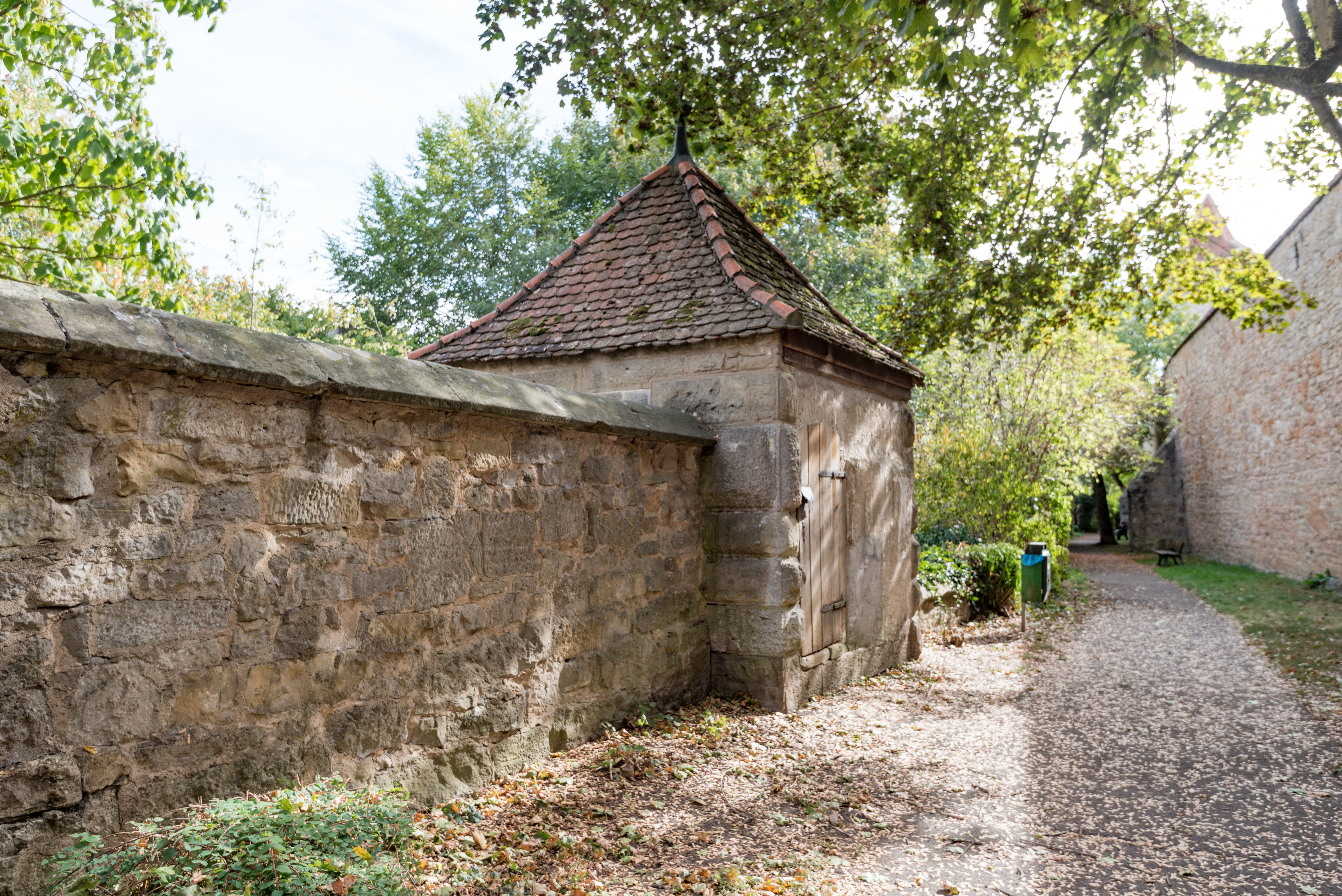
Streichwehr am Rödertor, Ansicht vom Zwinger, von Norden weitere Bilder
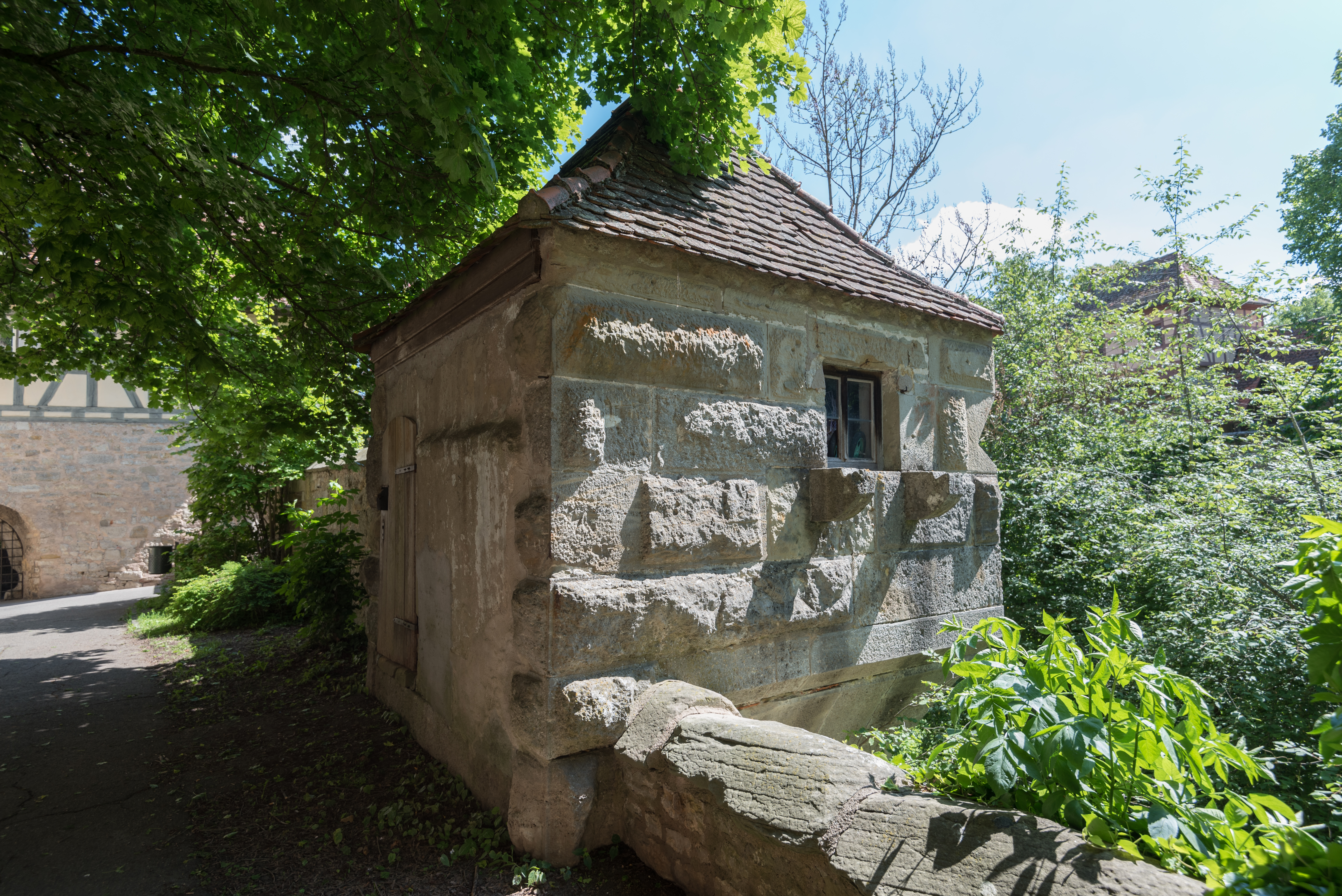
Streichwehr am Rödertor, Ansicht vom Zwinger, von Süden weitere Bilder
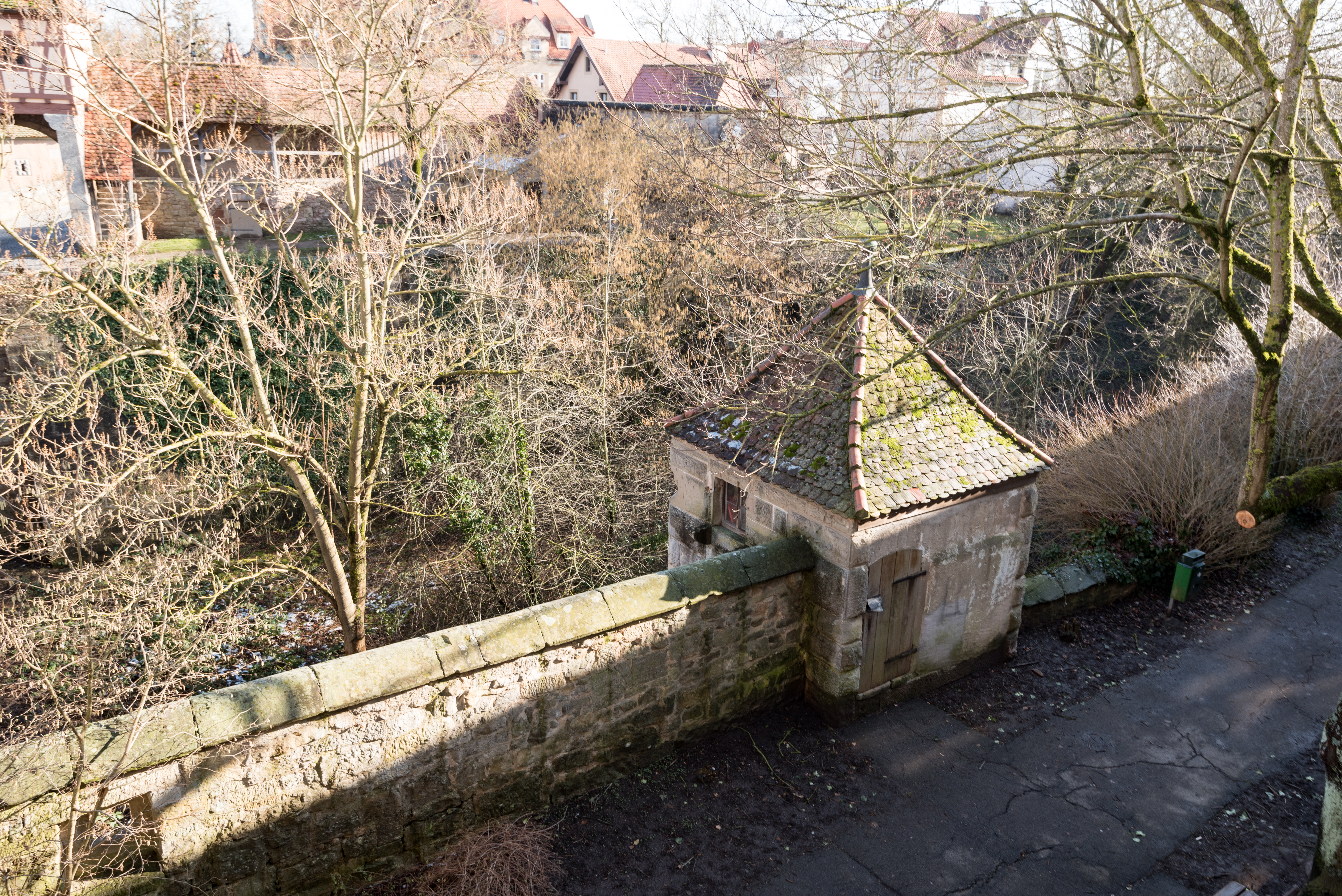
Streichwehr am Rödertor, Ansicht vom Wehrgang weitere Bilder
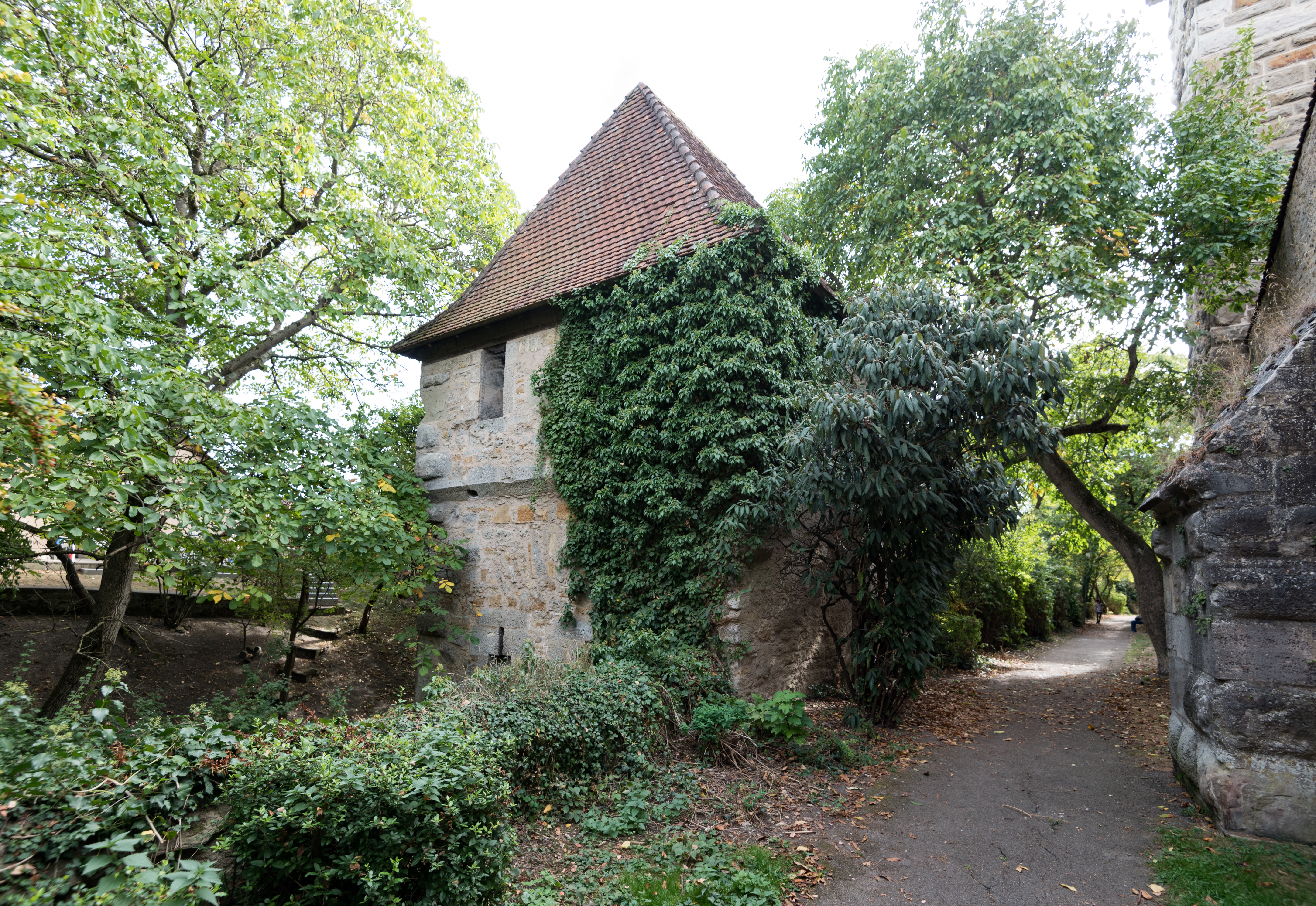
Streichwehr am Hohennersturm, von Norden weitere Bilder
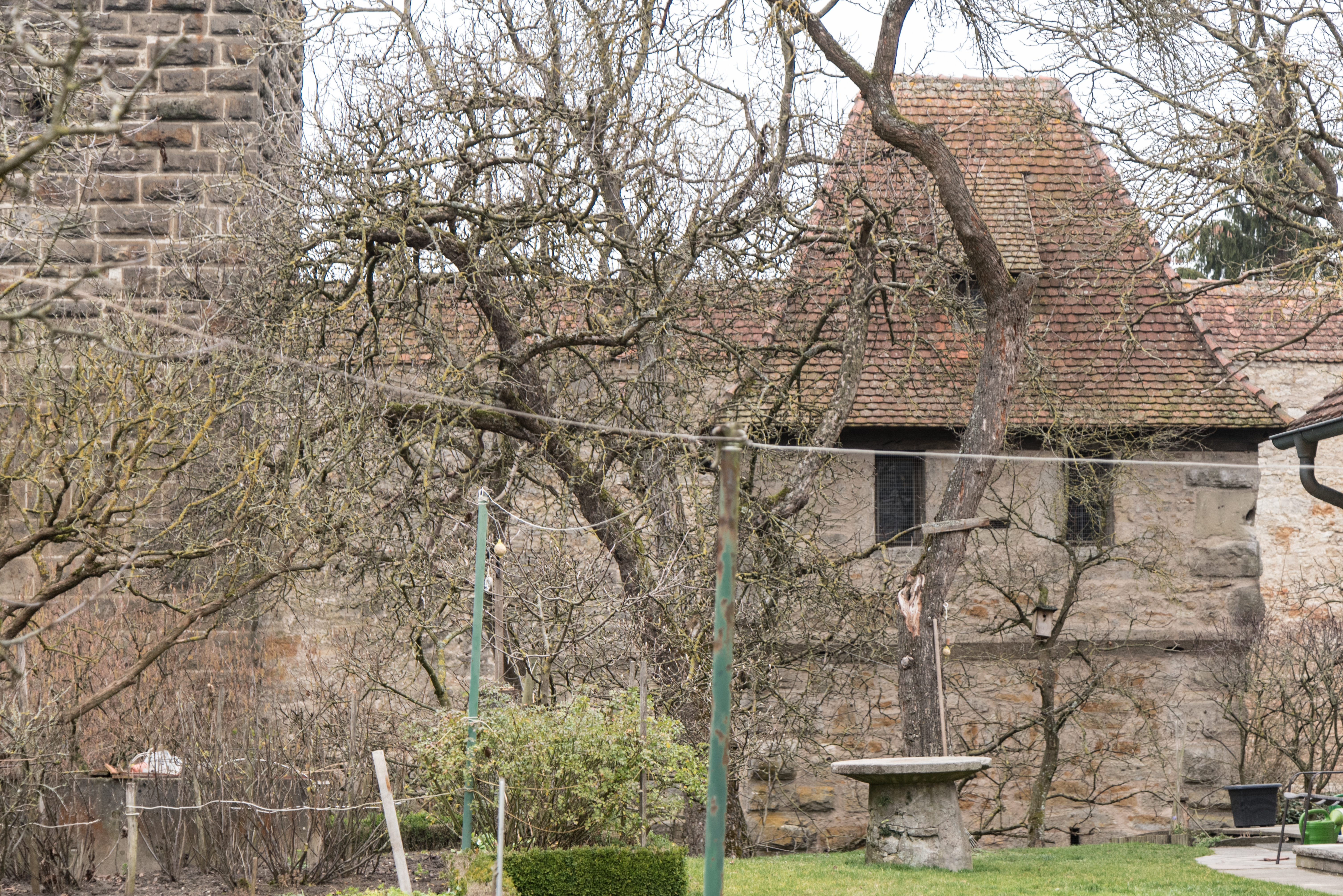
Streichwehr am Hohennersturm, Feldseite, von Osten weitere Bilder
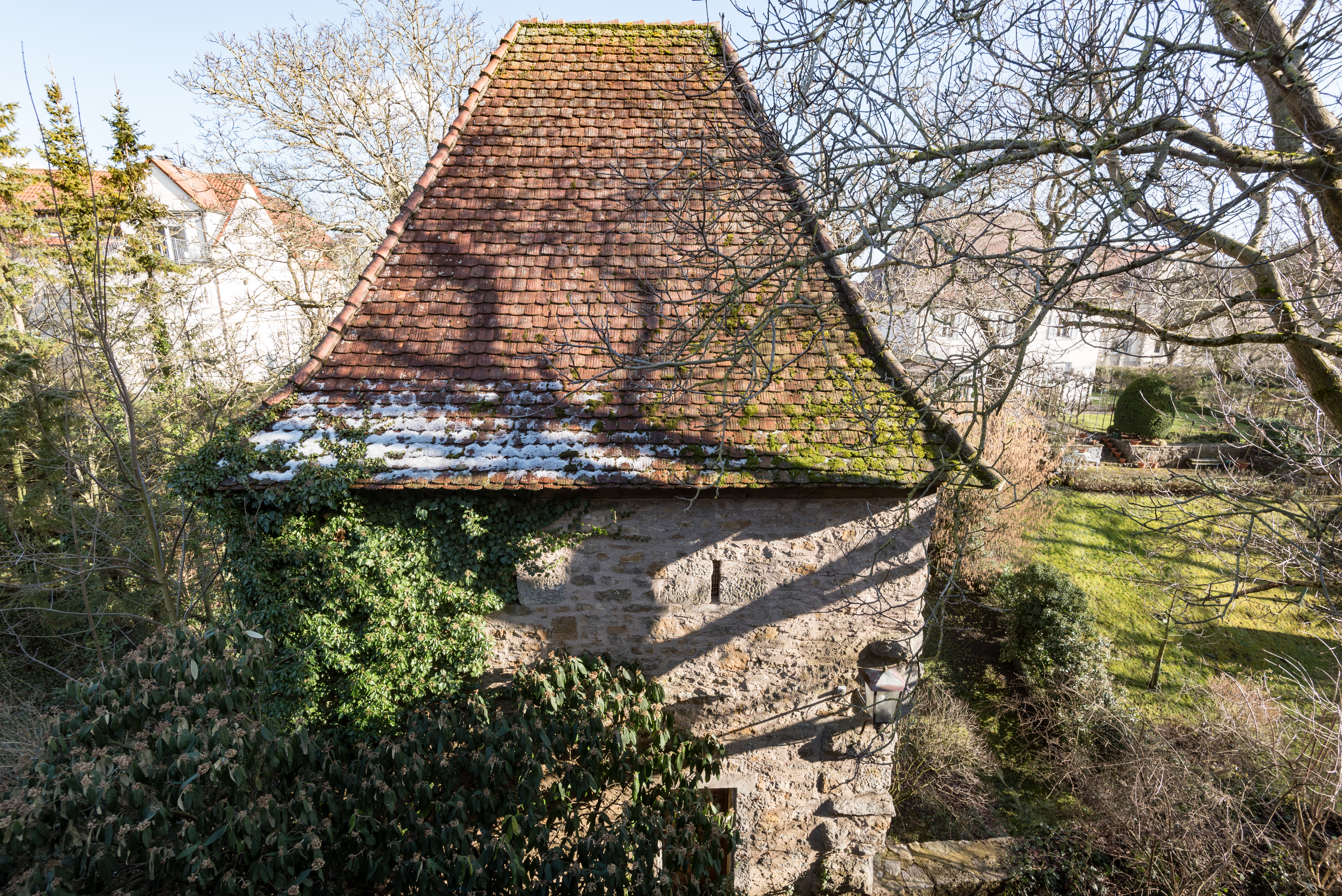
Streichwehr am Hohennersturm, von Westen weitere Bilder
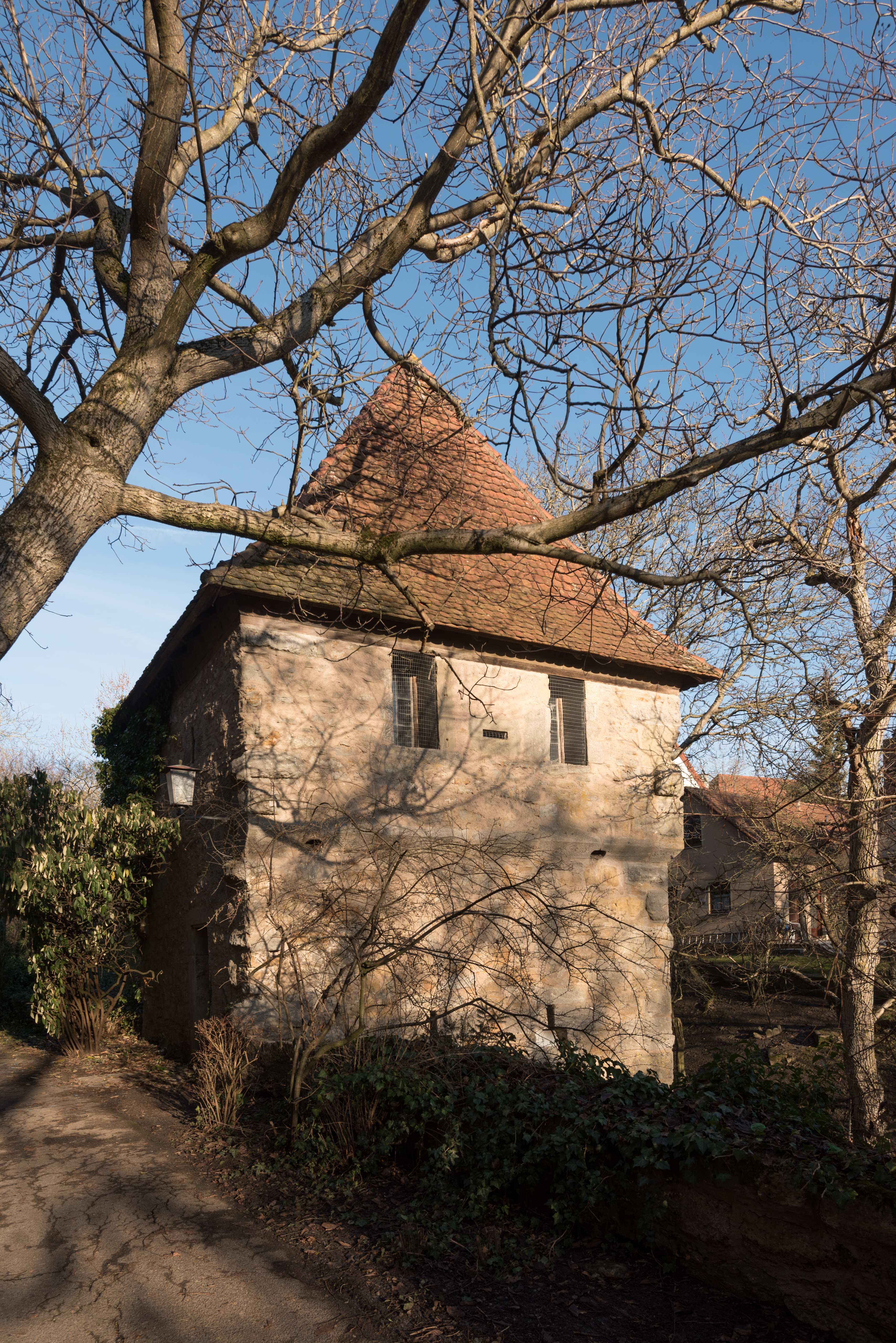
Streichwehr am Hohennersturm, von Süden weitere Bilder
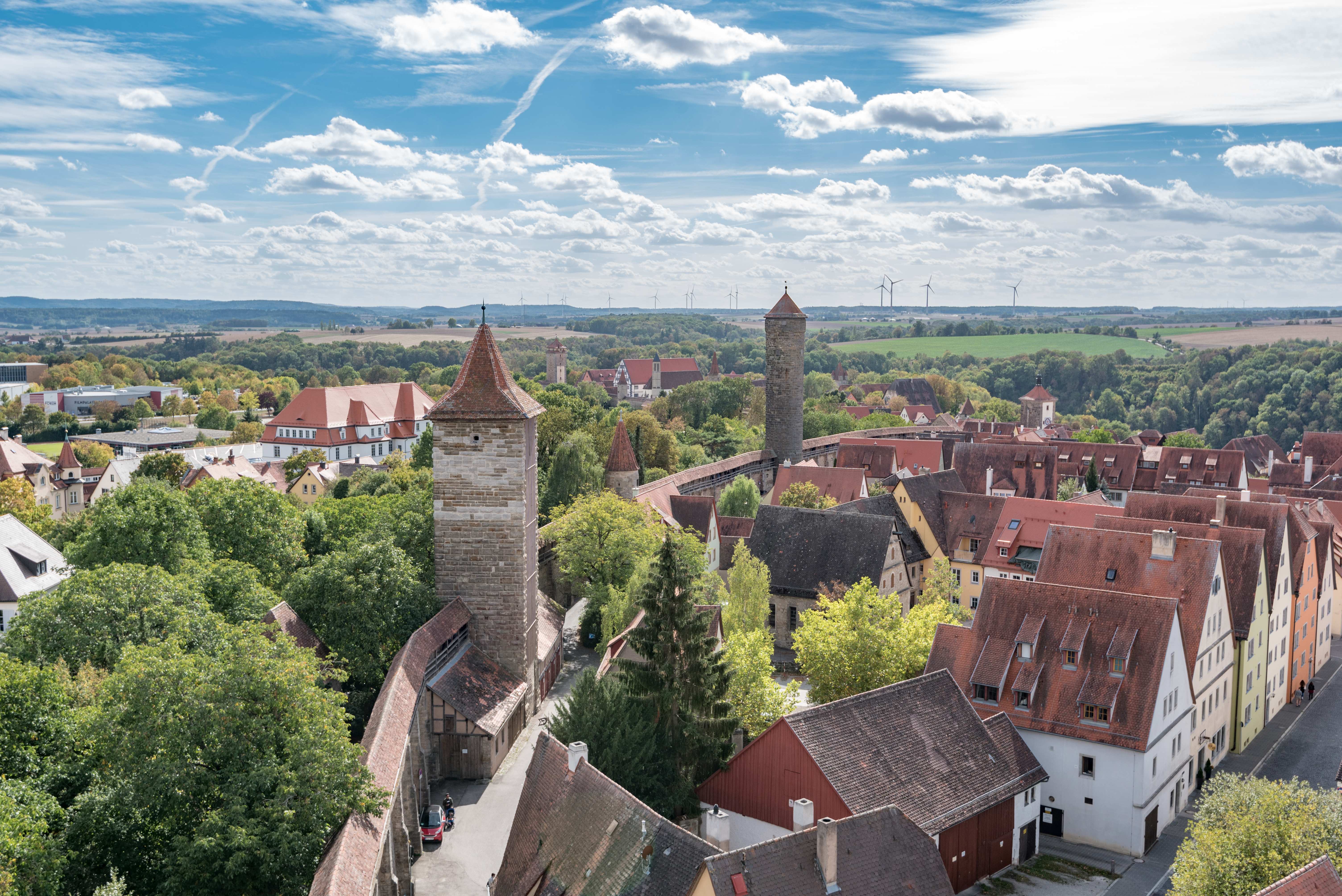
Stadtmauer mit Hohennersturm, Rundturm zeitweise Scheflturm genannt, Faulturm, vom Röderturm weitere Bilder
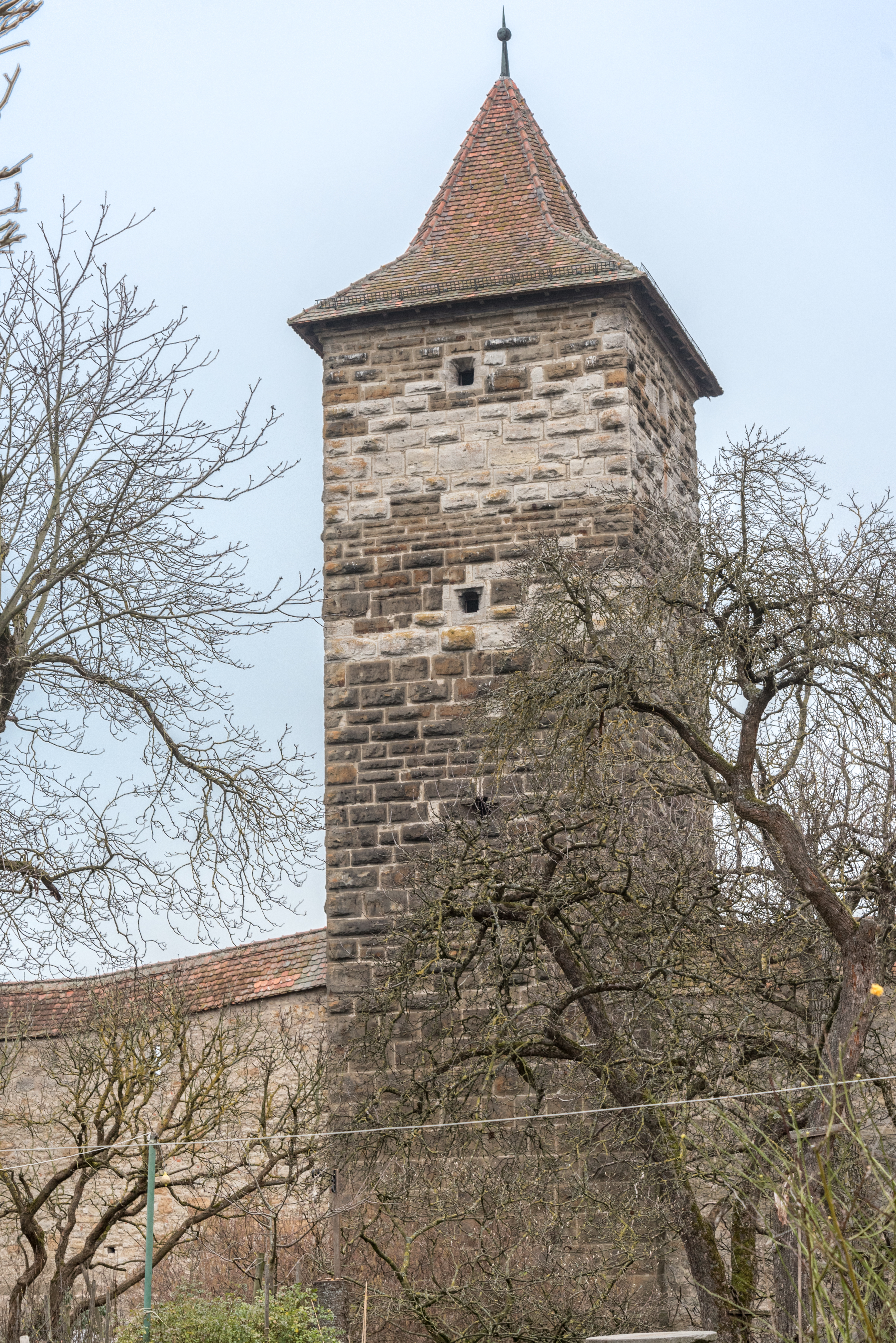
Hohennersturm, Feldseite, von Osten weitere Bilder
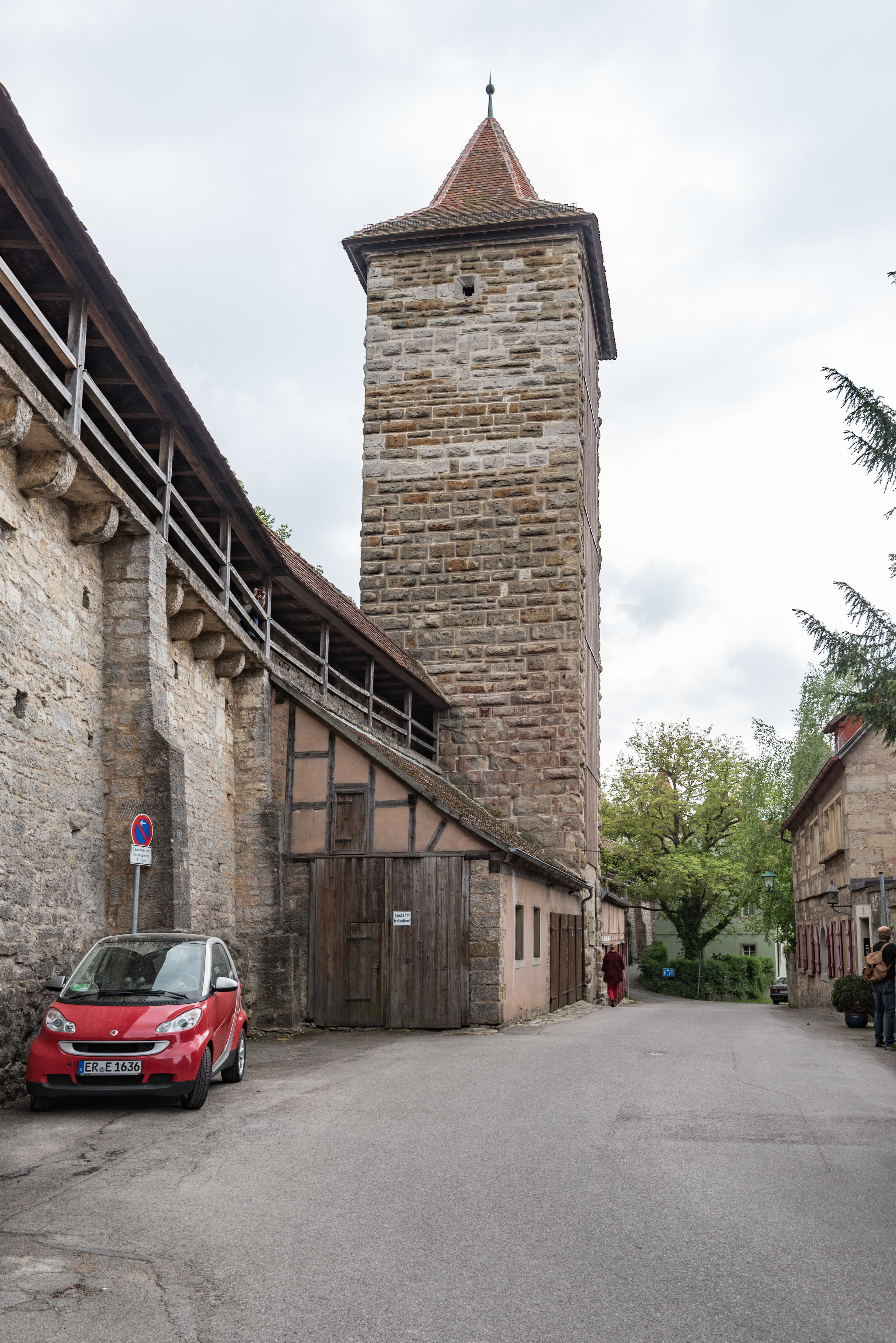
Hohennersturm, von Norden weitere Bilder
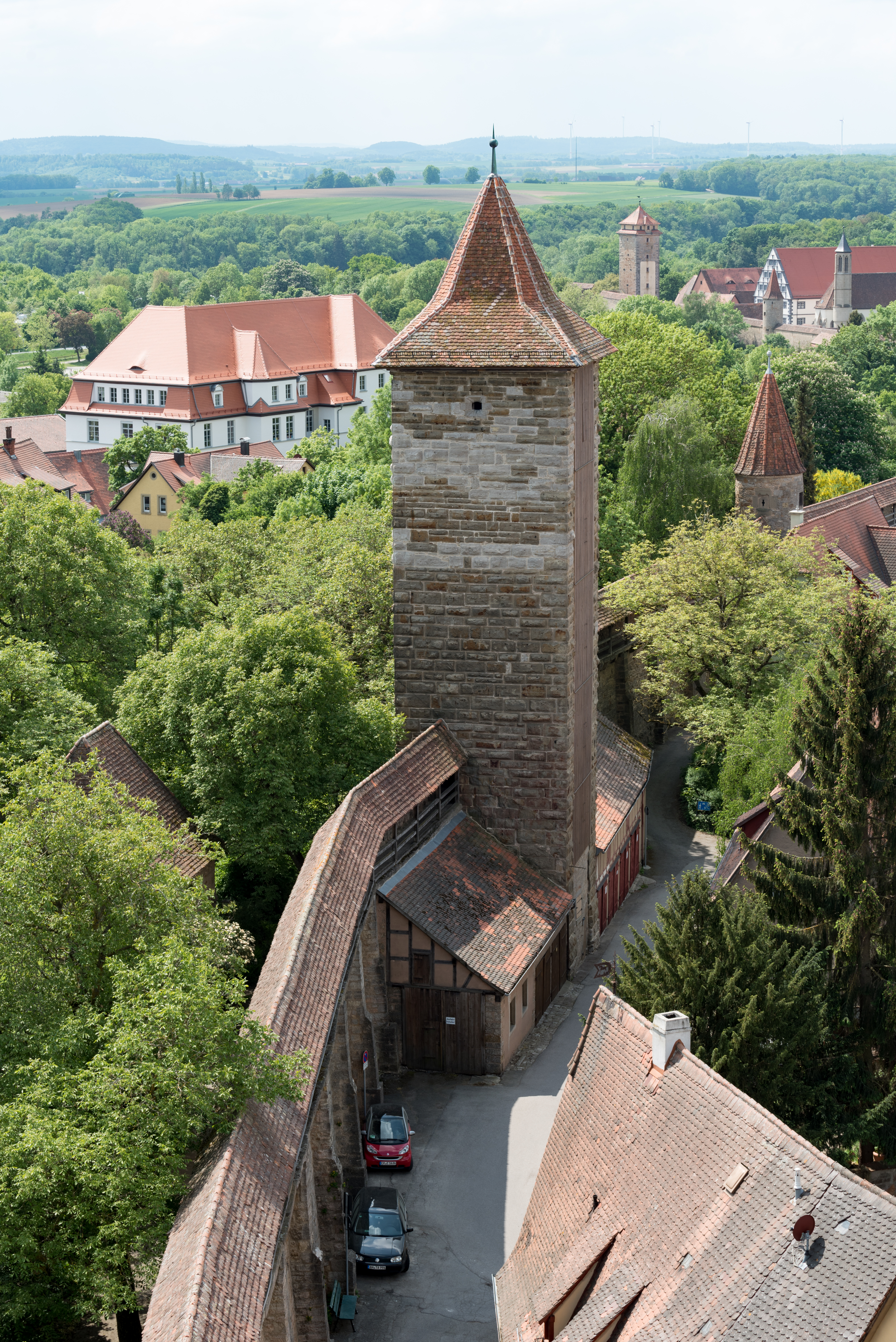
Hohennersturm, vom Röderturm weitere Bilder
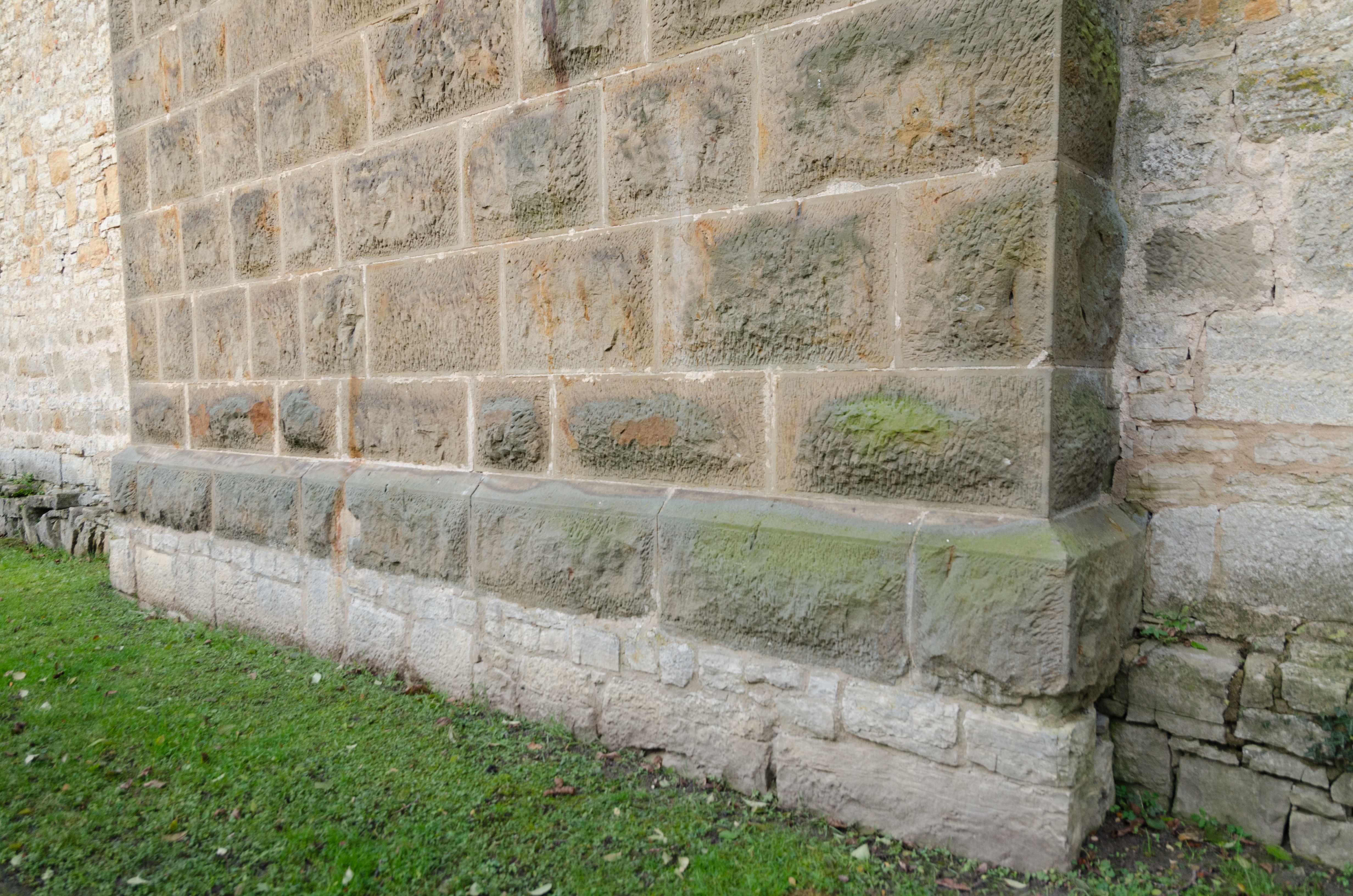
Hohennersturm, Fundament Feldseite weitere Bilder
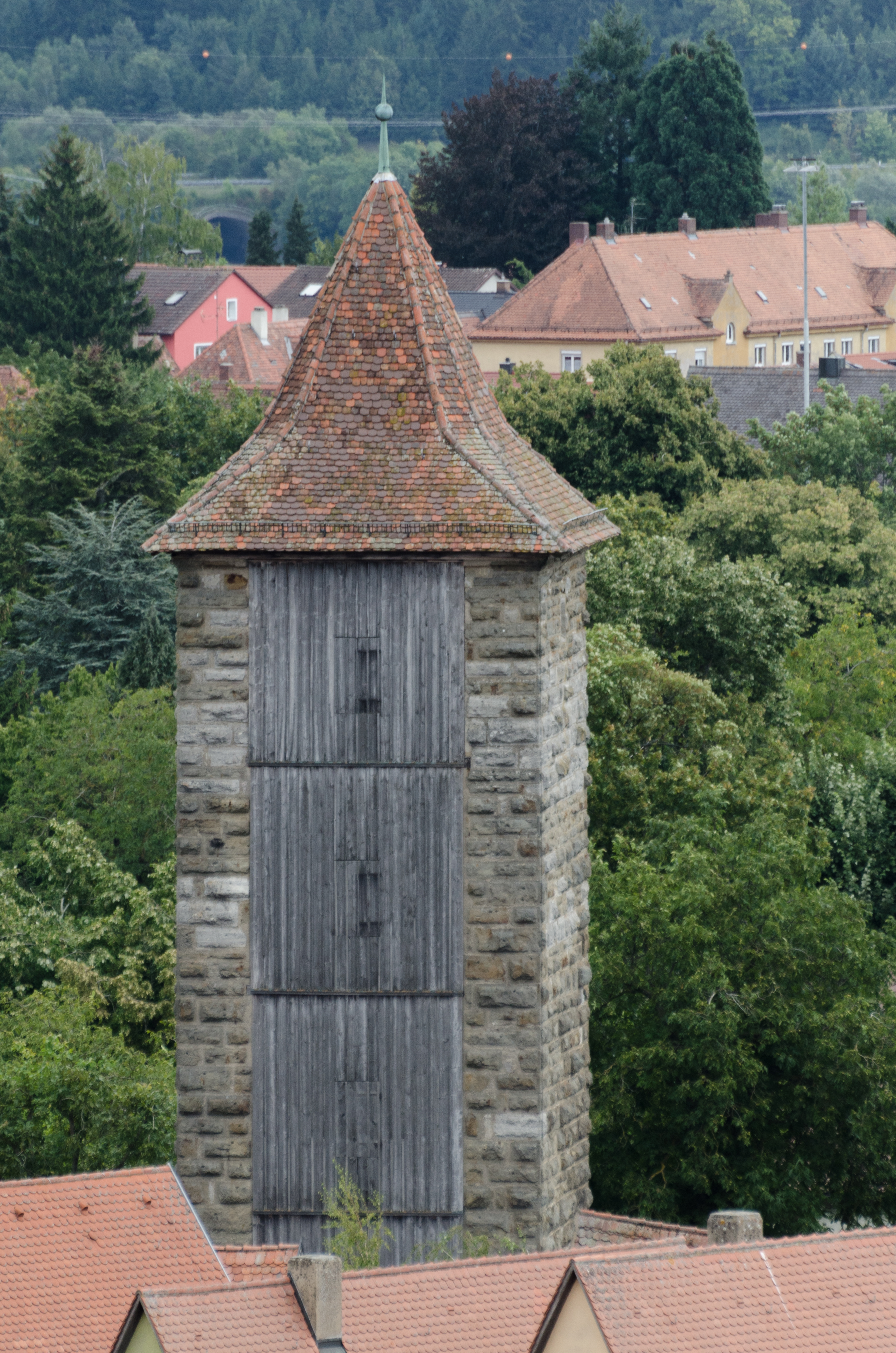
Hohennersturm, von Westen, vom Rathausturm weitere Bilder
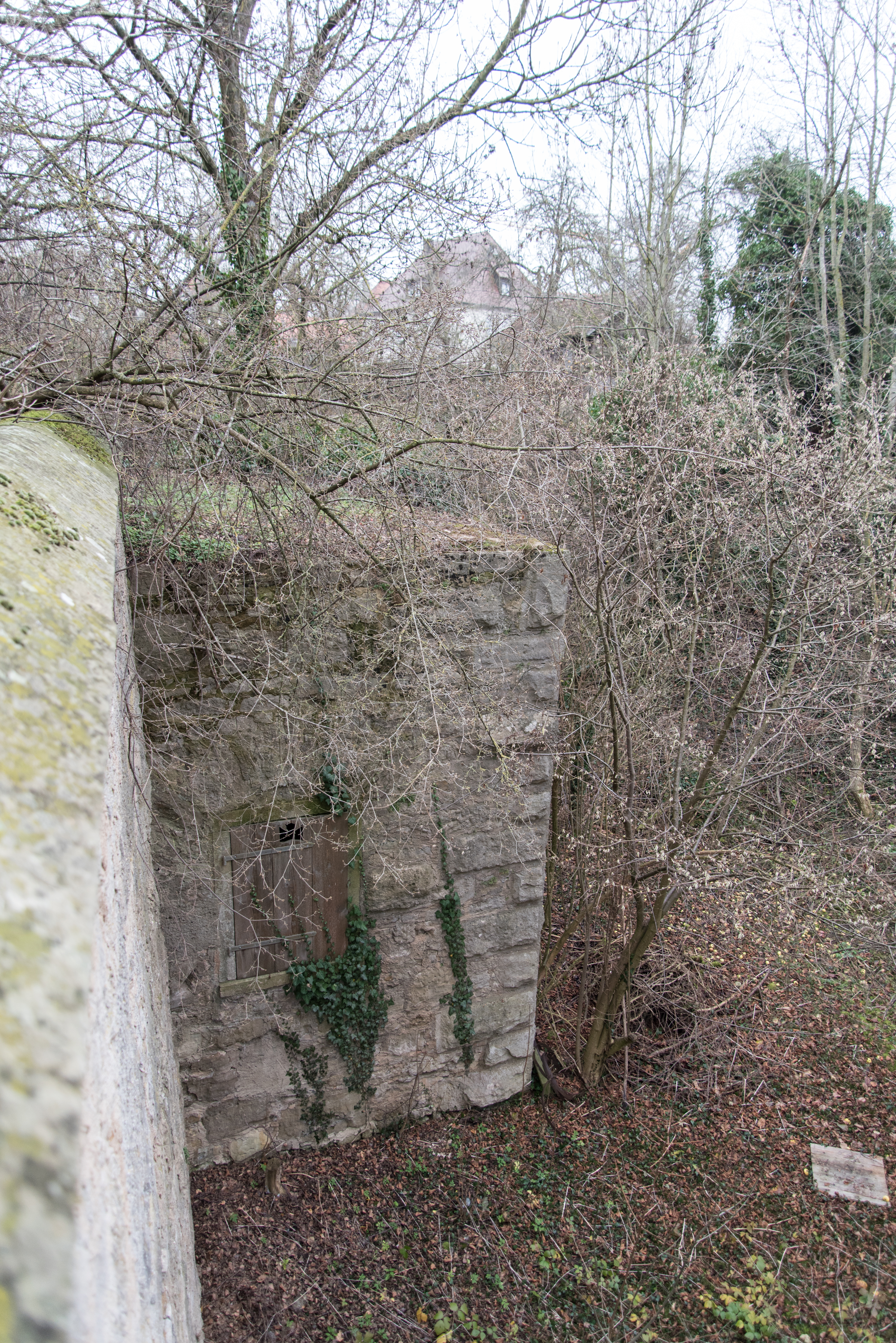
Streichwehr am Schwefelturm, von Süden weitere Bilder
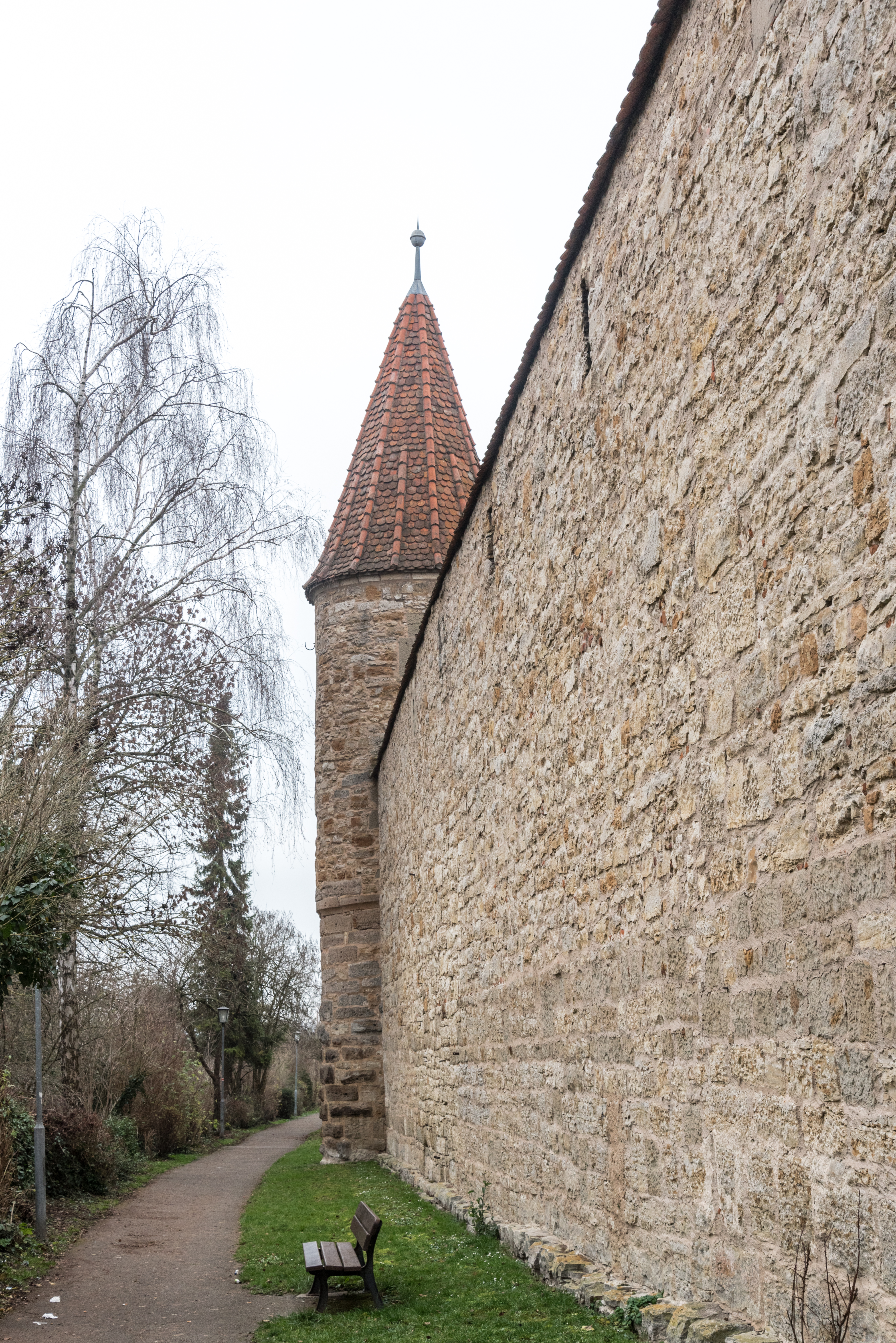
Schwefelturm, Feldseite, von Norden weitere Bilder
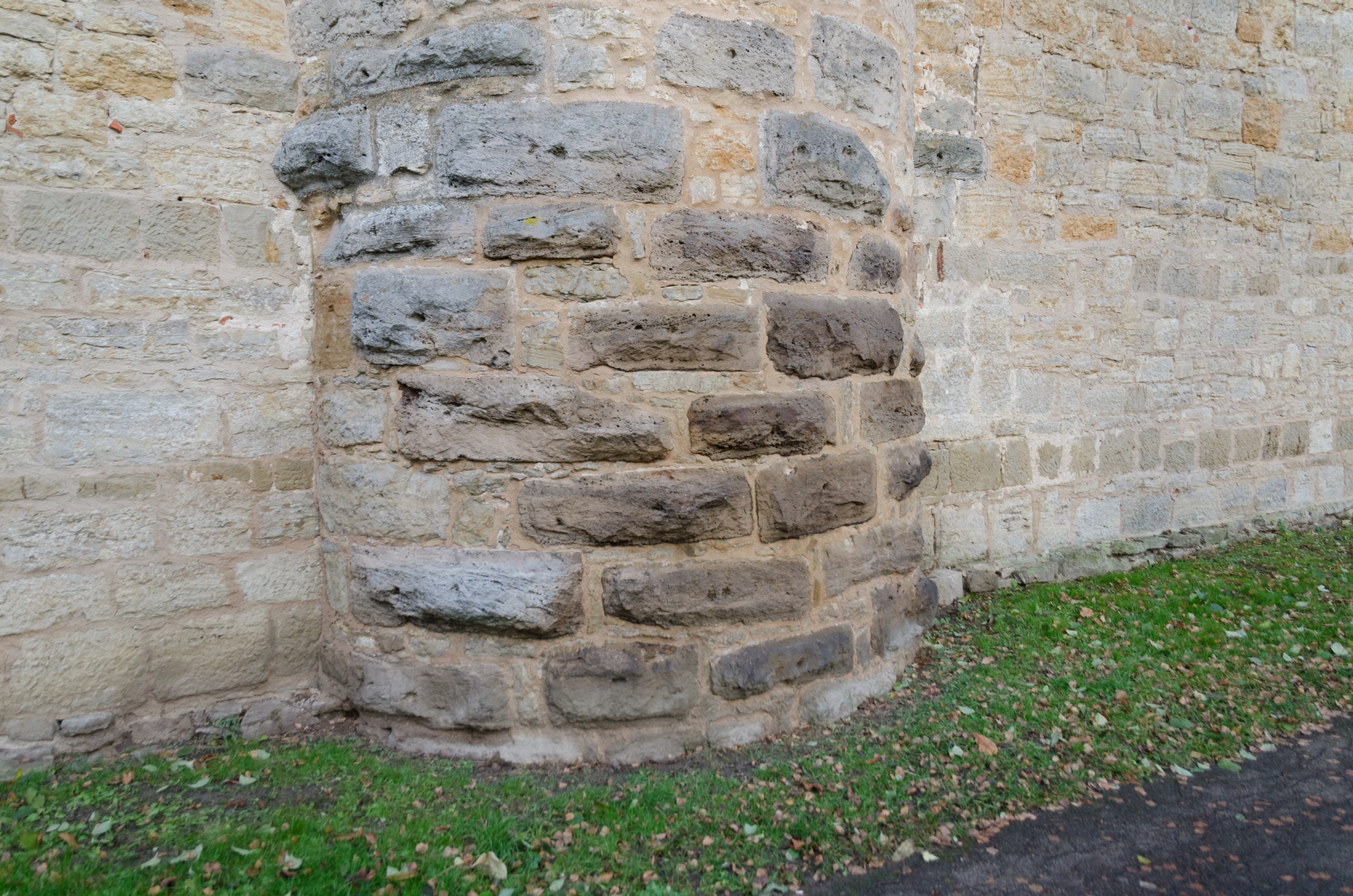
Schwefelturm, Feldseite, von Norden weitere Bilder
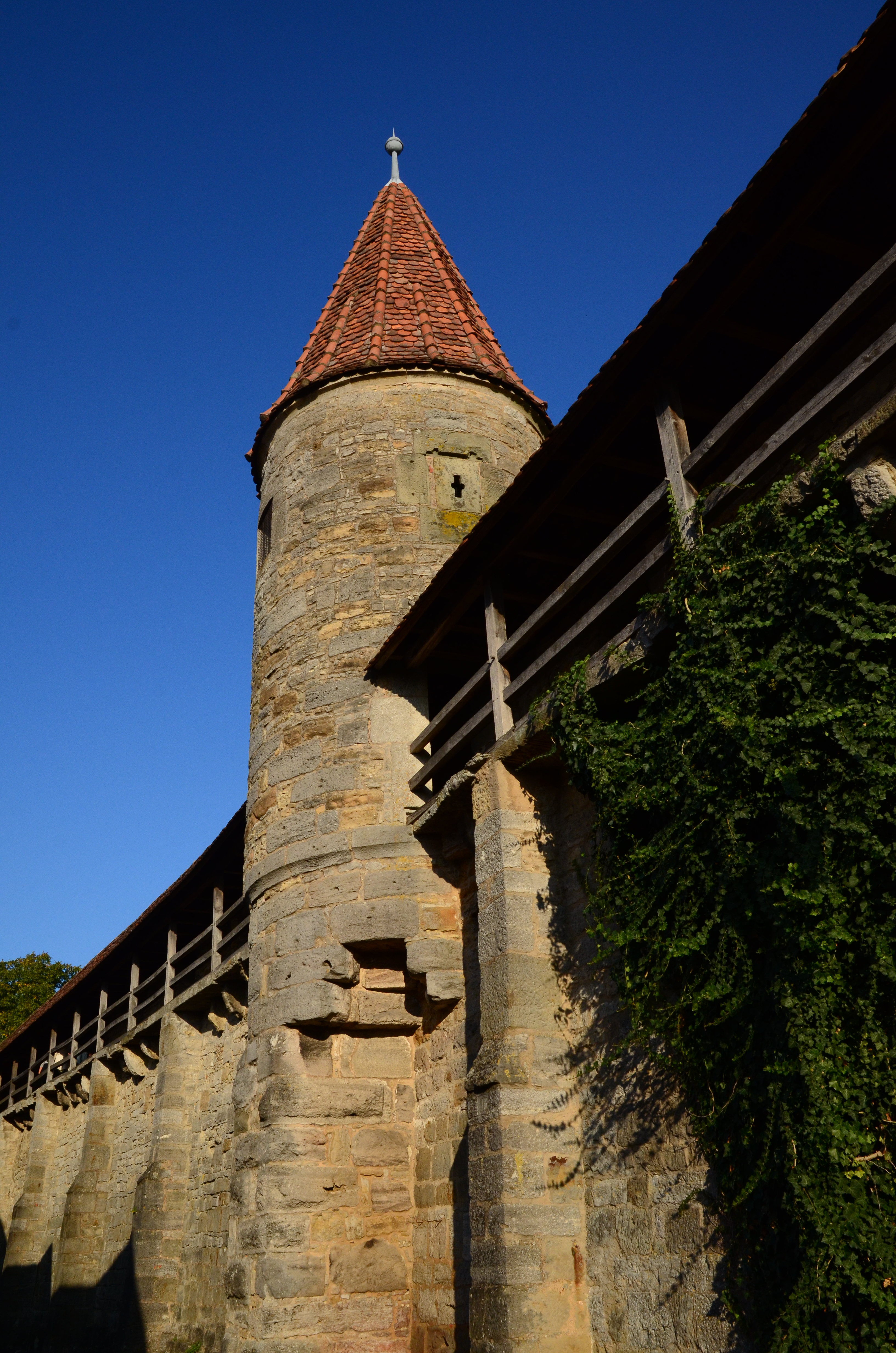
Schefelturm, Stadtseite, von Süden weitere Bilder
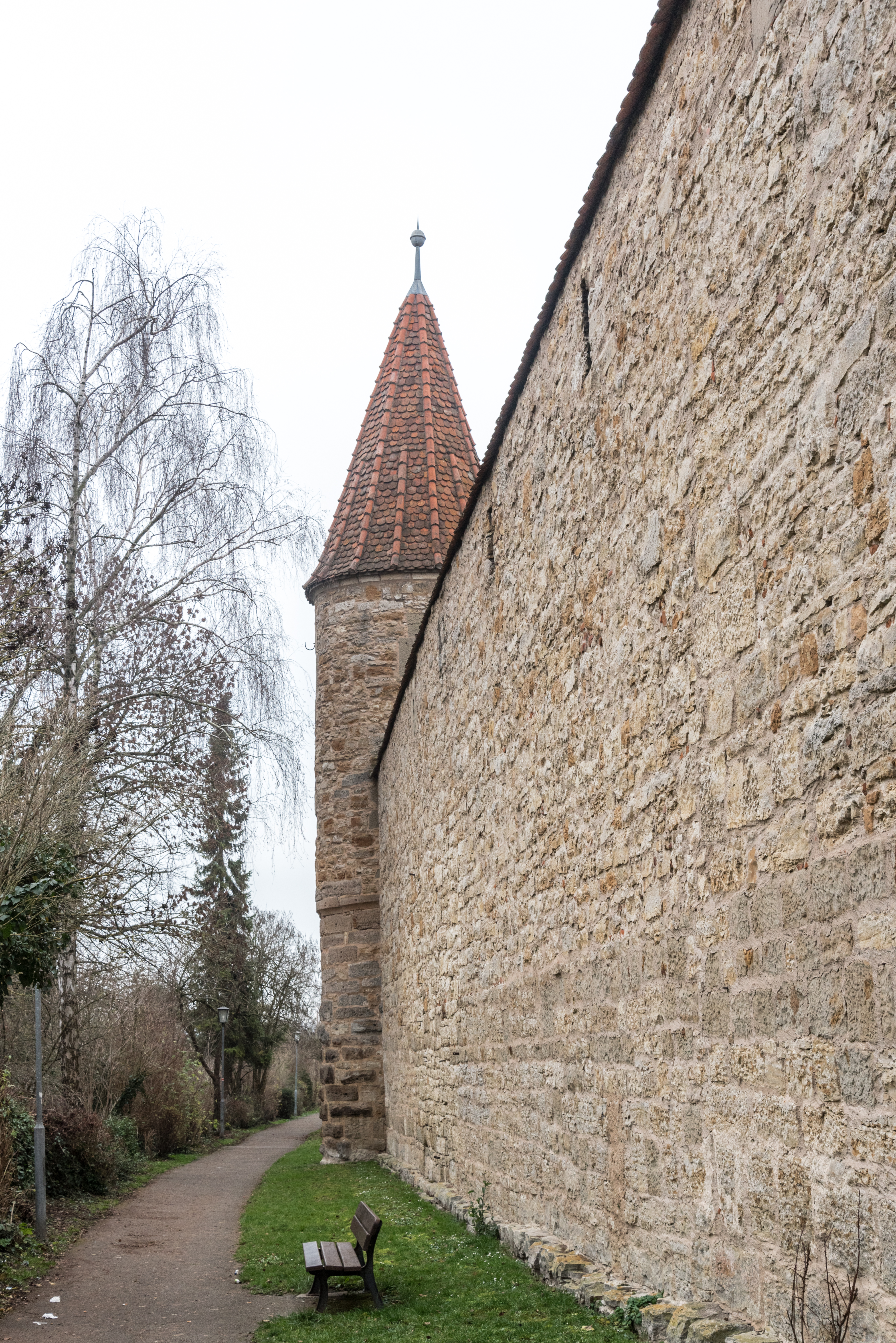
Schwefelturm, Feldseite, von Norden weitere Bilder
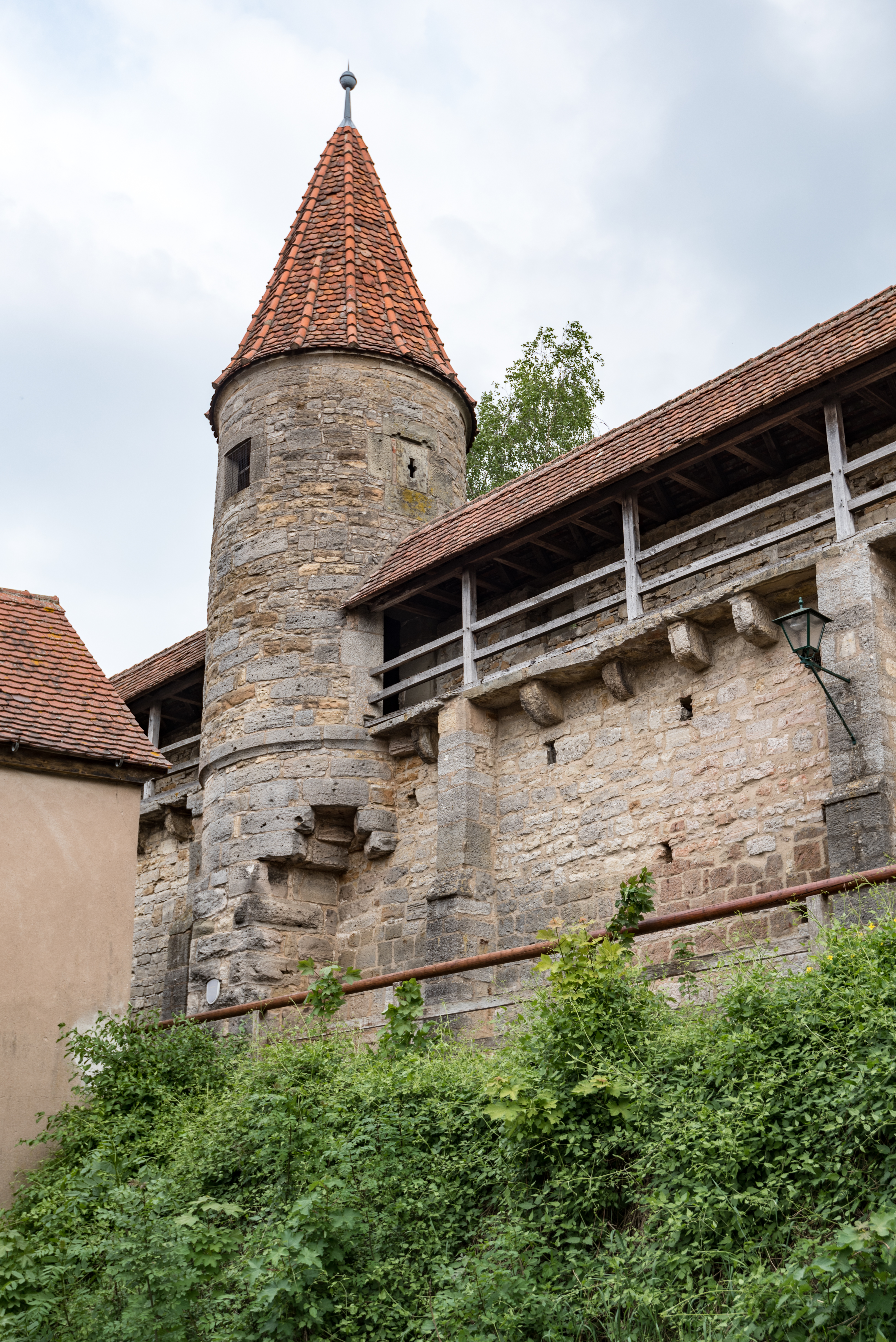
Schwefelturm, Stadtseite, von Westen weitere Bilder
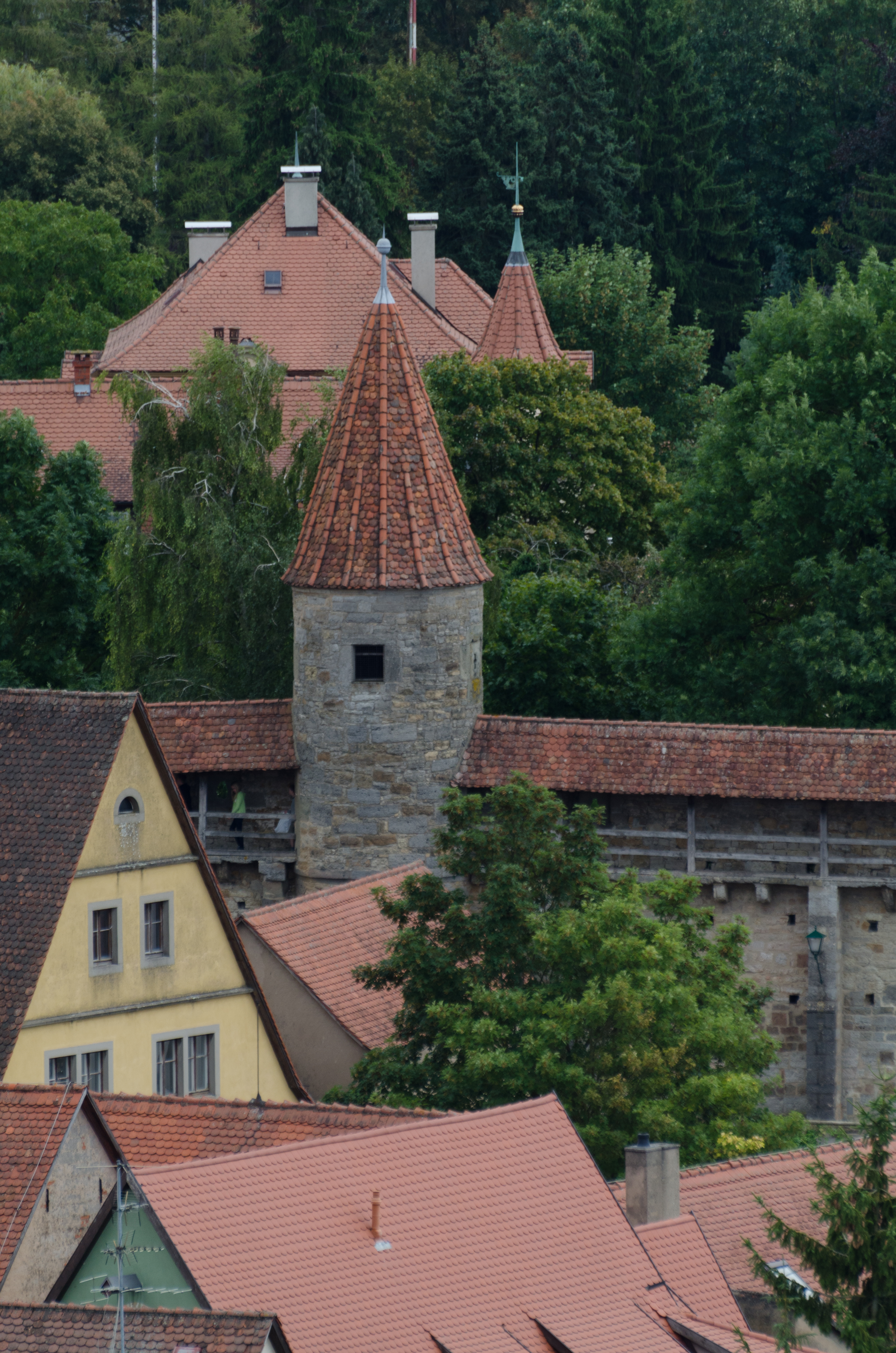
Schwefelturm, Stadtseite, vom Rathausturm weitere Bilder
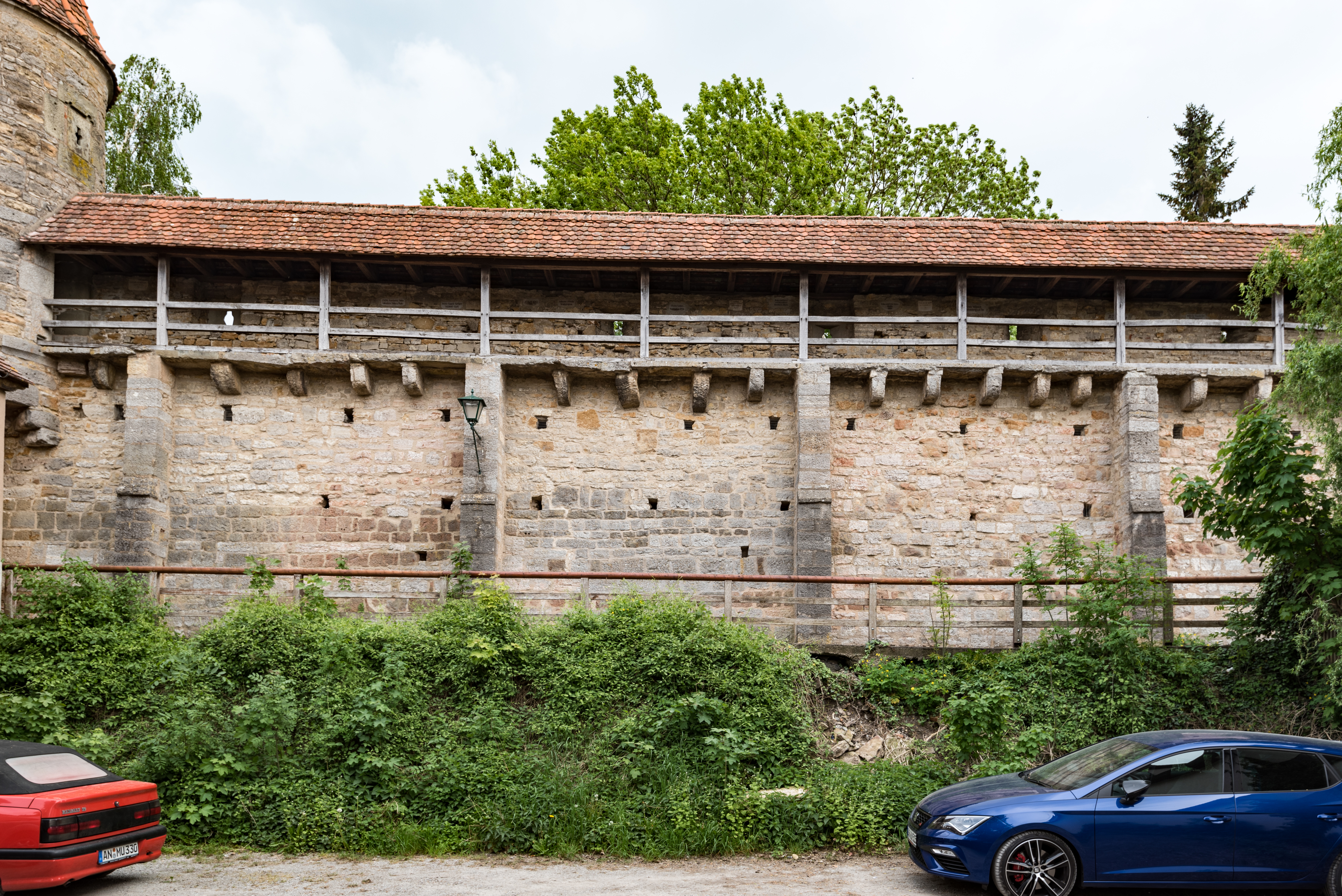
Hauptmauer, Stadtseite, von Westen weitere Bilder
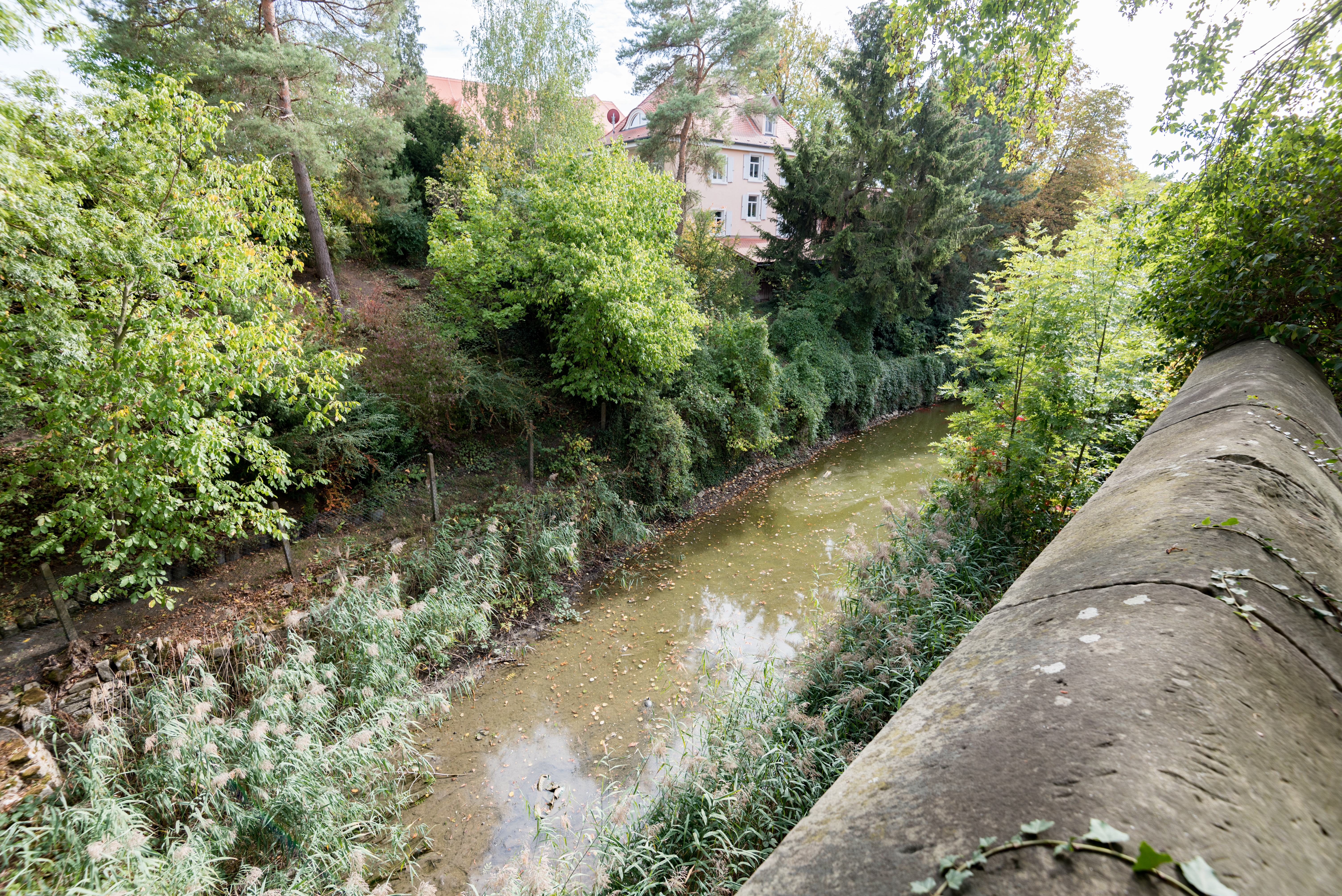
Feuerseelein weitere Bilder
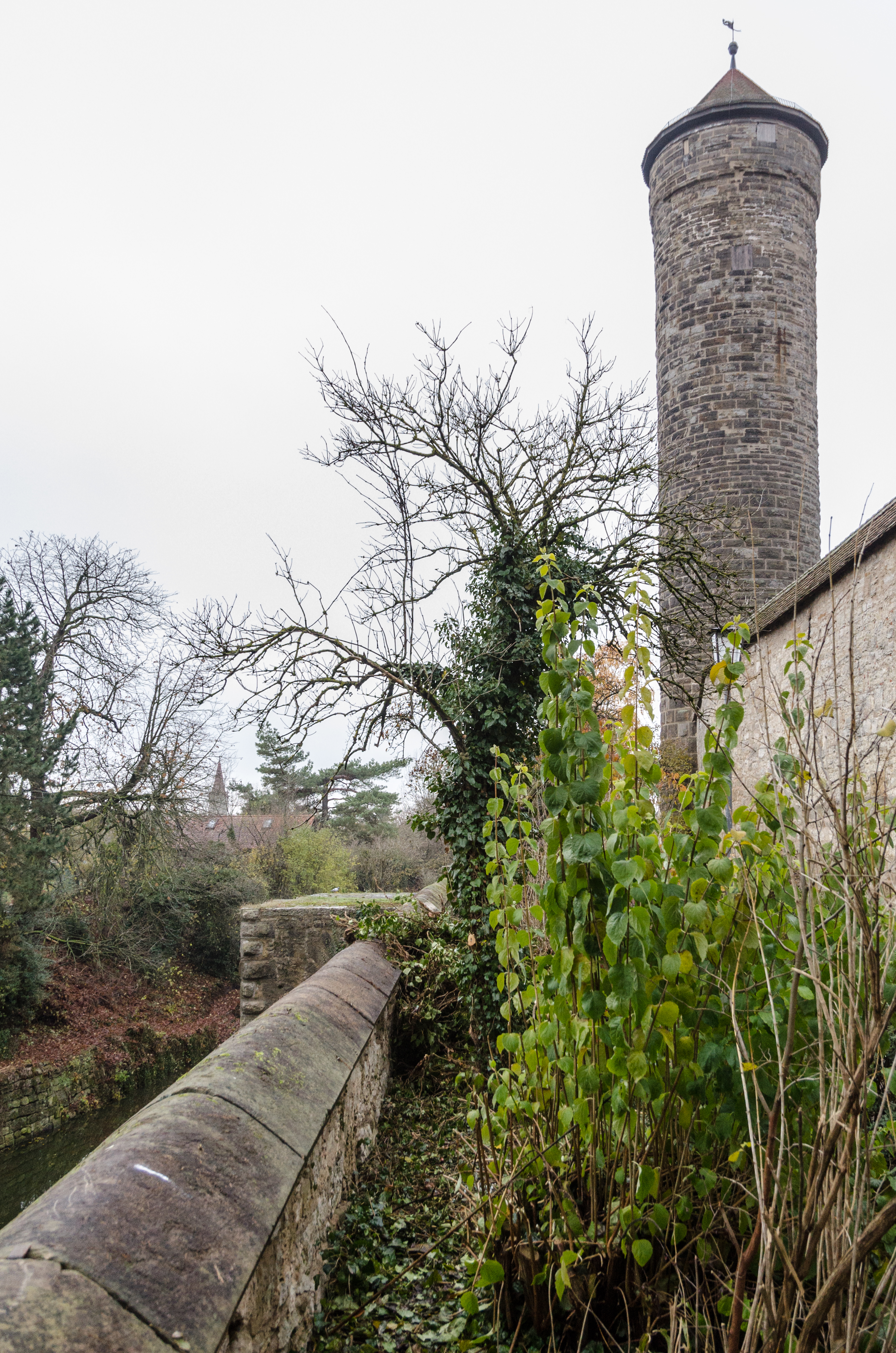
Streichwehr am Faulturm, Faulturm weitere Bilder
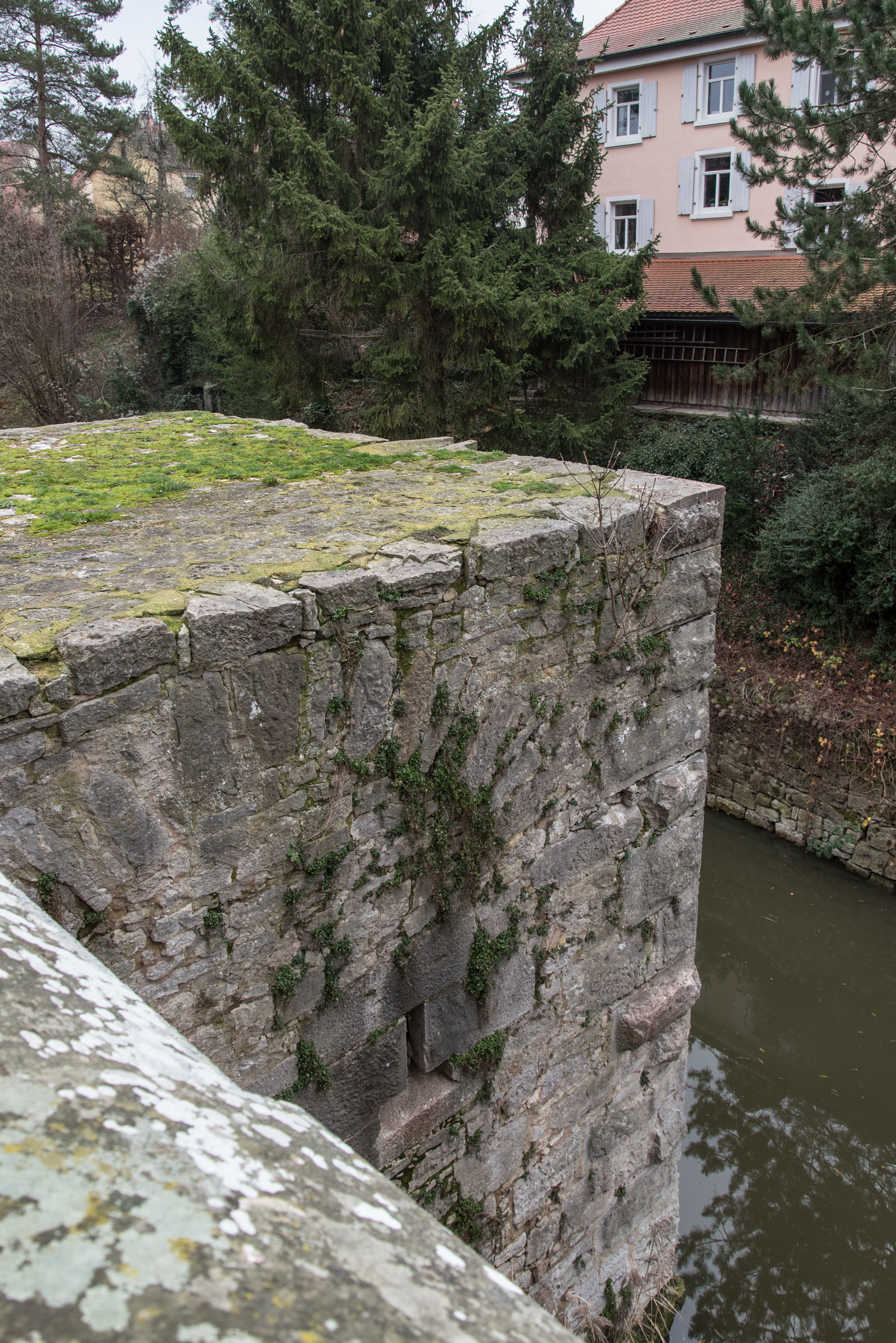
Streichwehr am Faulturm weitere Bilder
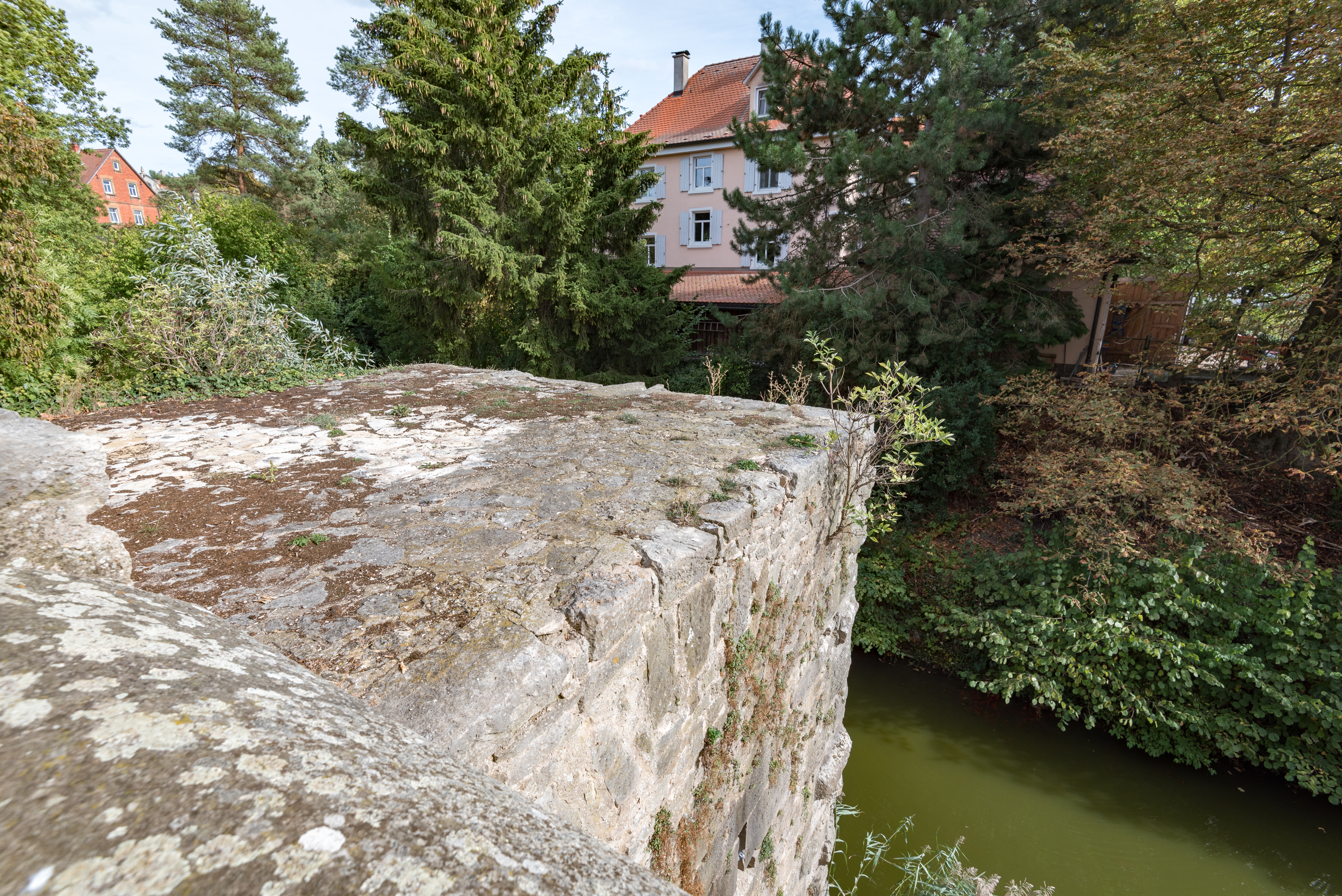
Streichwehr am Faulturm weitere Bilder
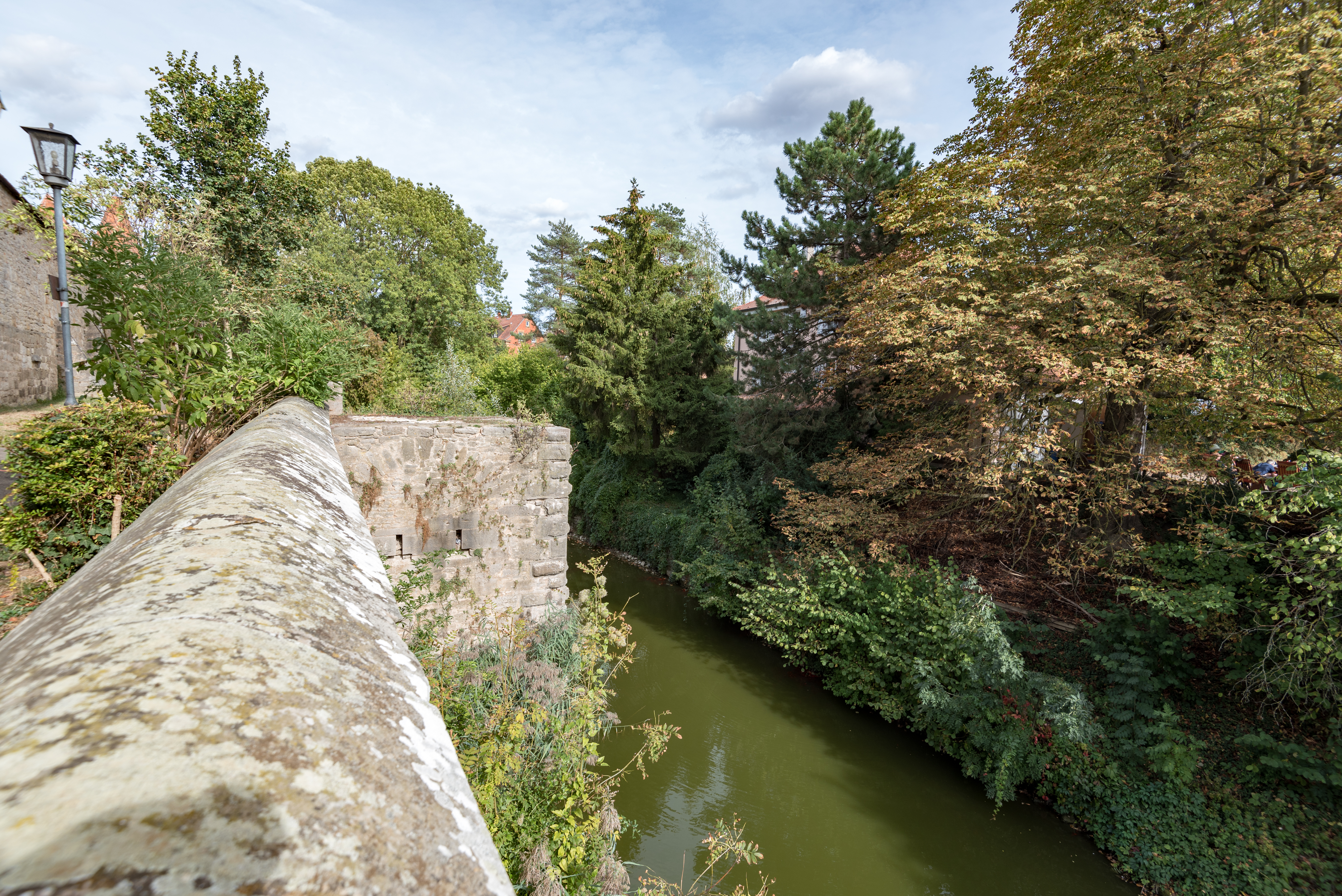
Streichwehr am Faulturm weitere Bilder
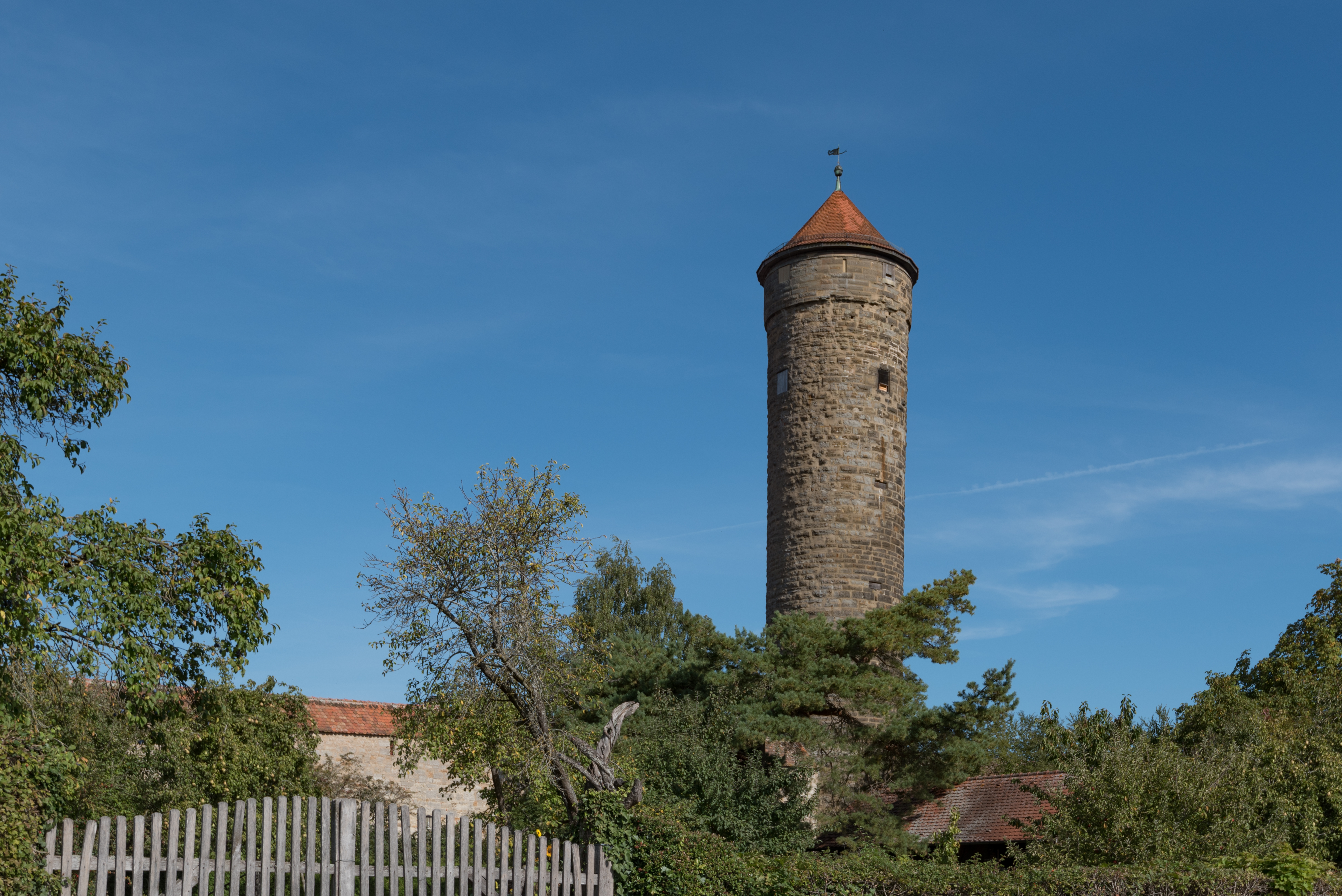
Faulturm, Feldseite, von Südosten weitere Bilder
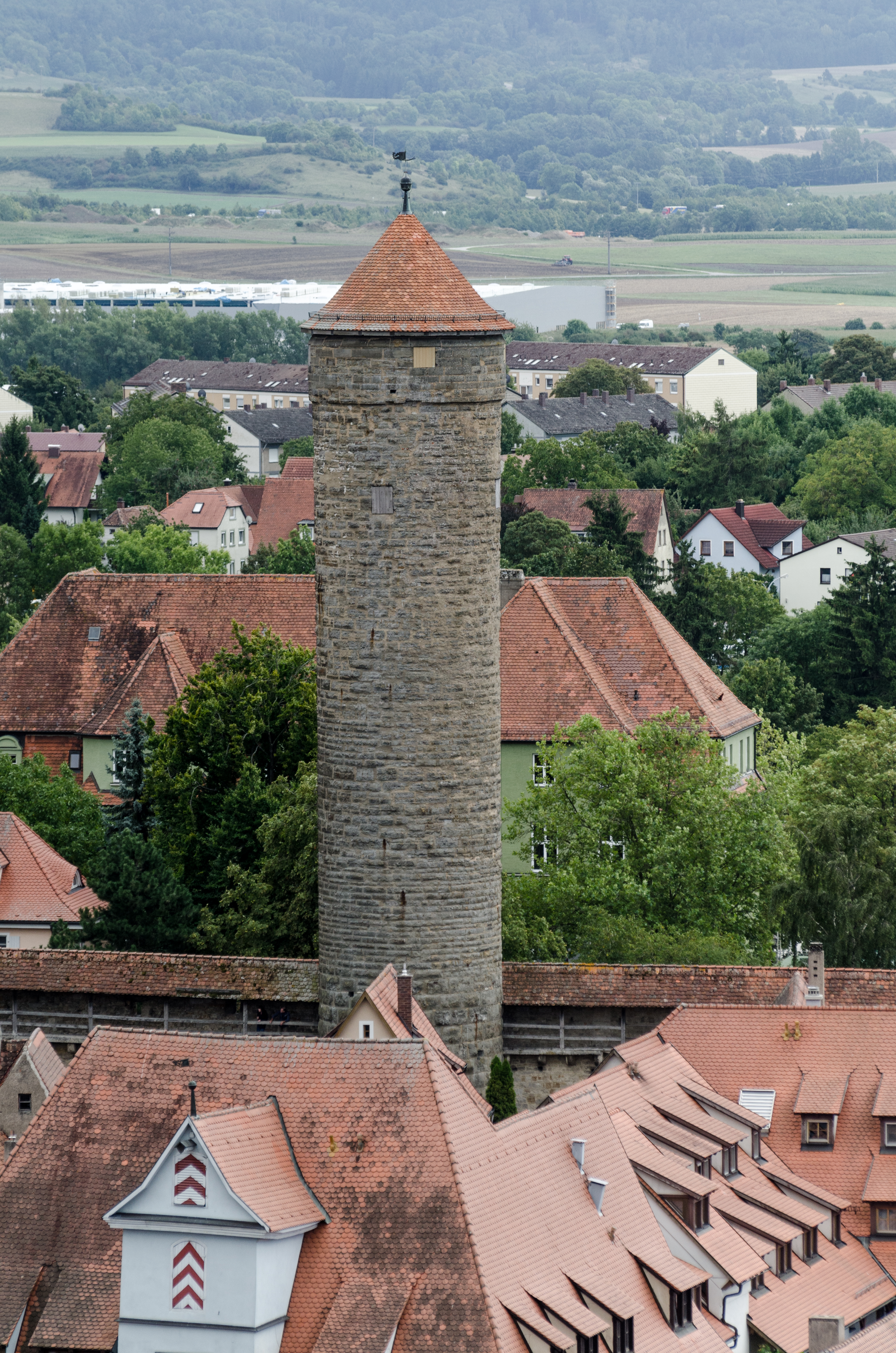
Faulturm, vom Rathausturm weitere Bilder
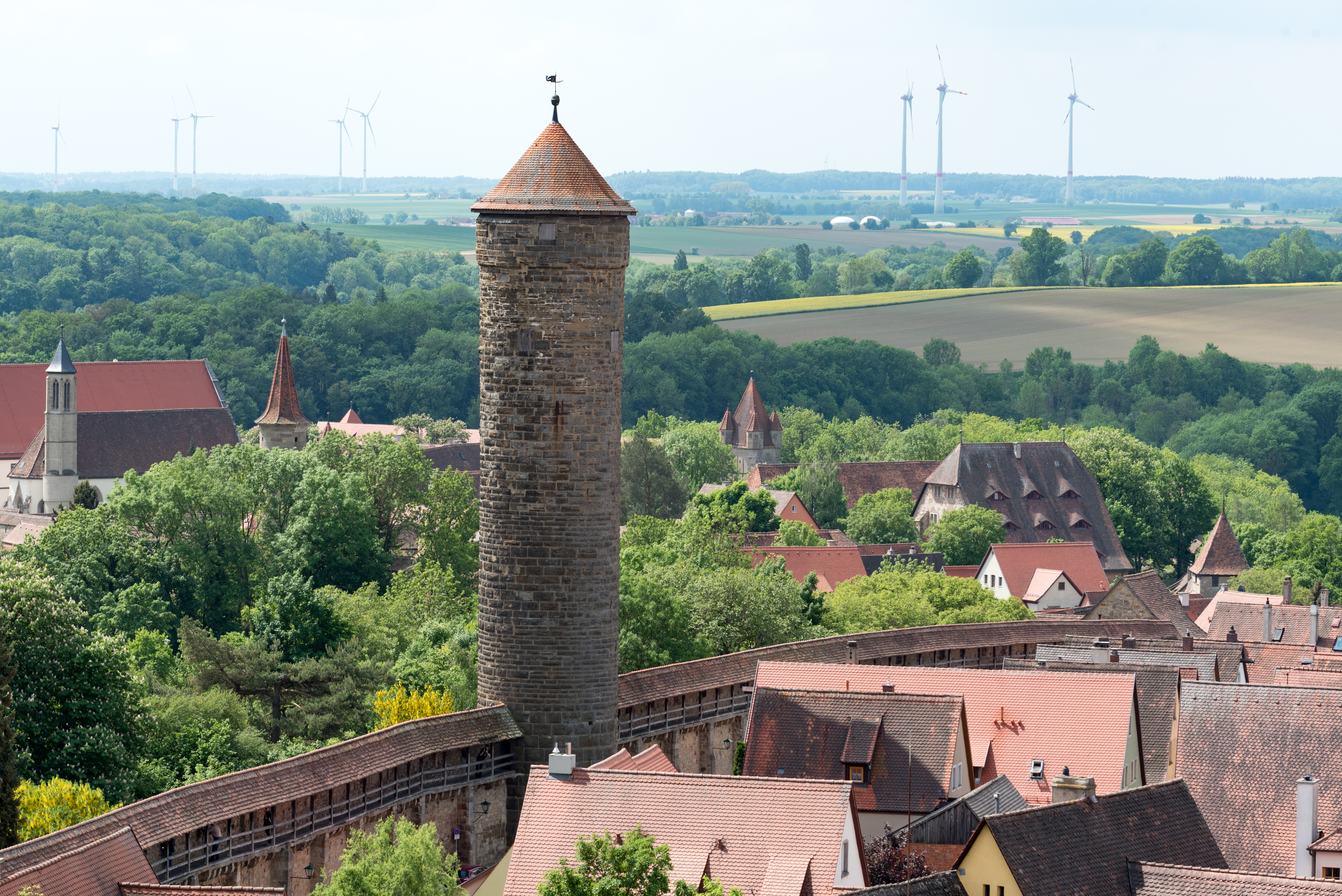
Faulturm, vom Röderturm weitere Bilder
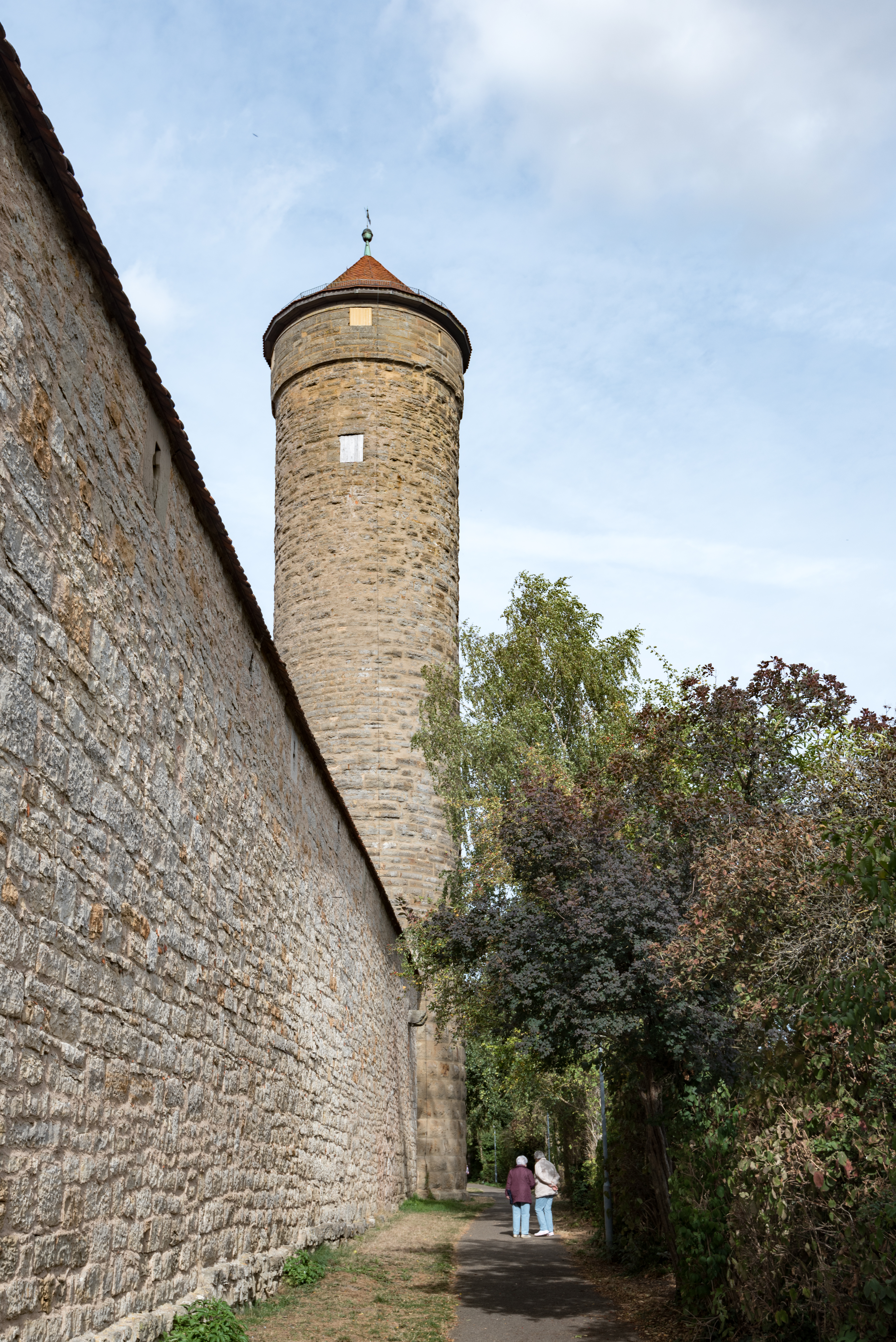
Faulturm, Feldseite, von Süden weitere Bilder
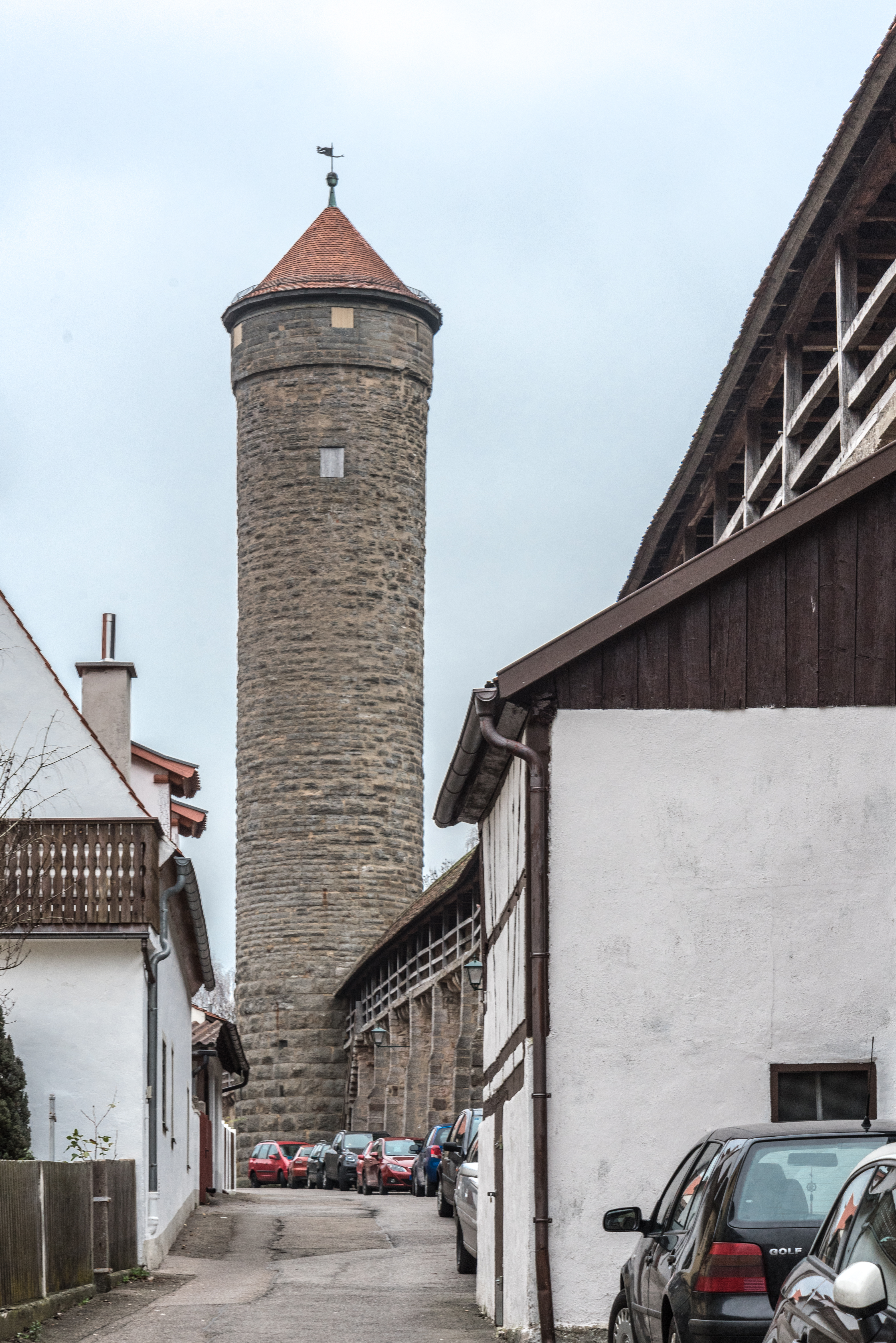
Faulturm, Stadtseite, von Süden weitere Bilder
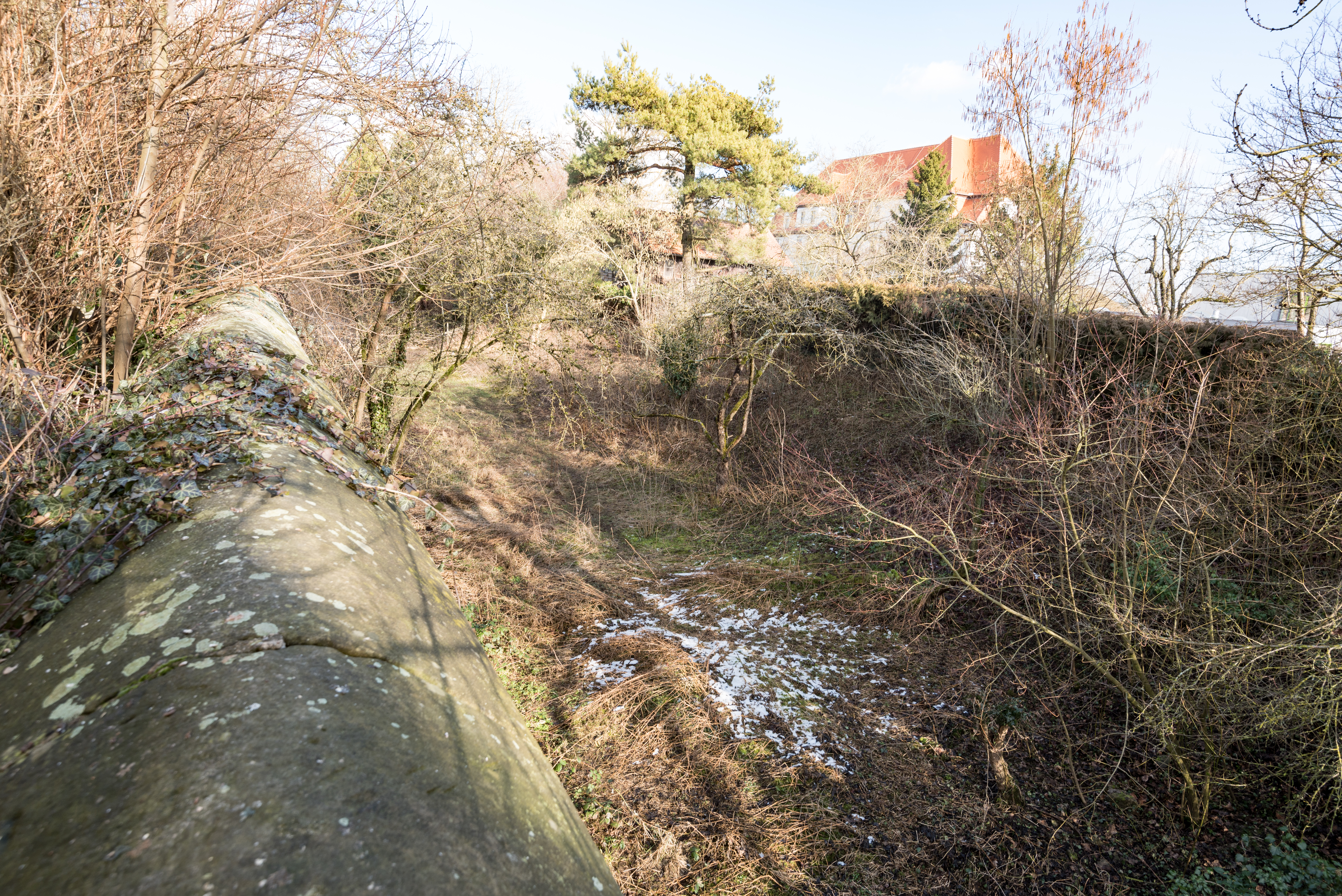
Zwingermauer und Wassergraben, von Westen weitere Bilder
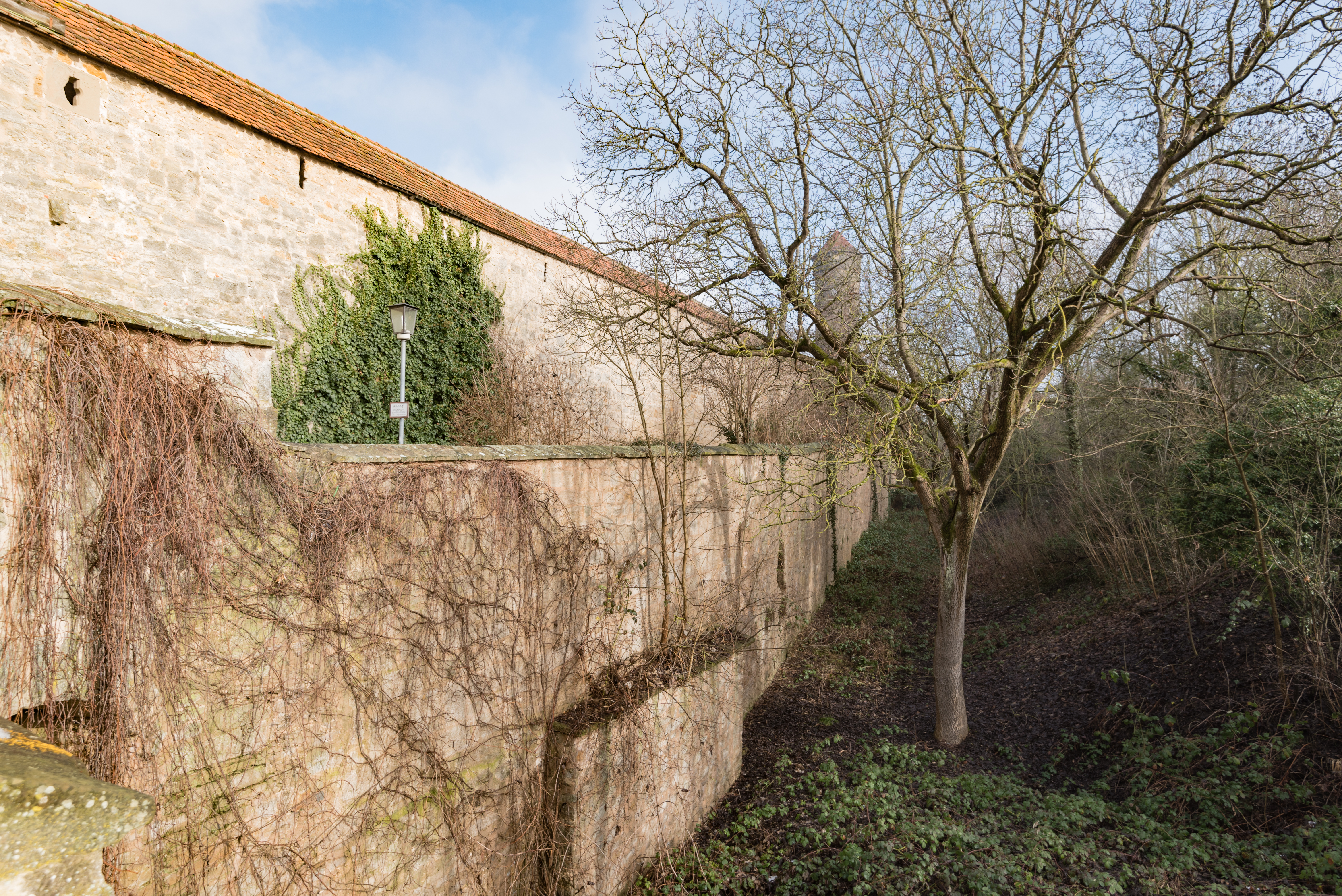
Zwinger und Wassergraben, von Süden weitere Bilder
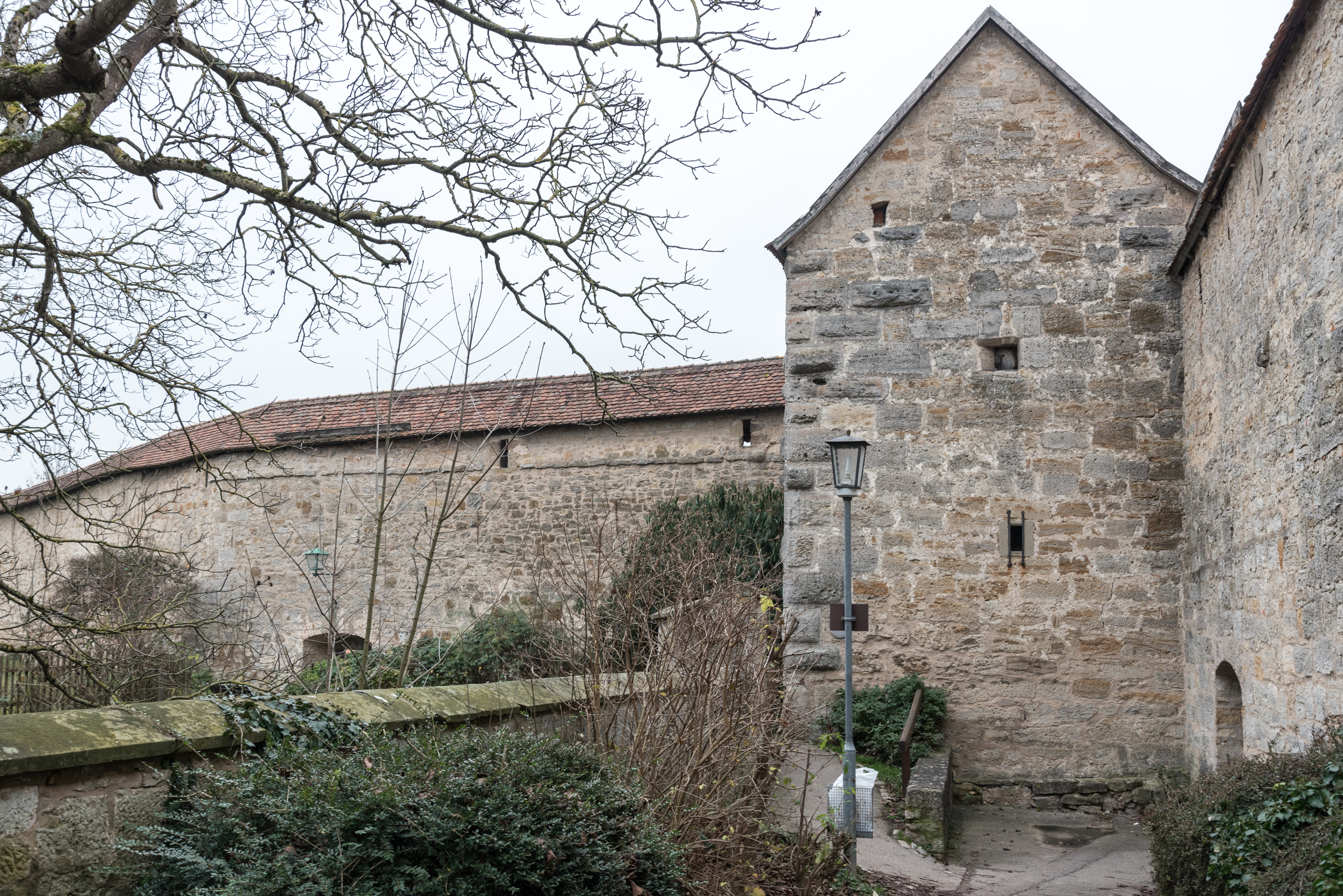
Ruckesser, von Norden weitere Bilder
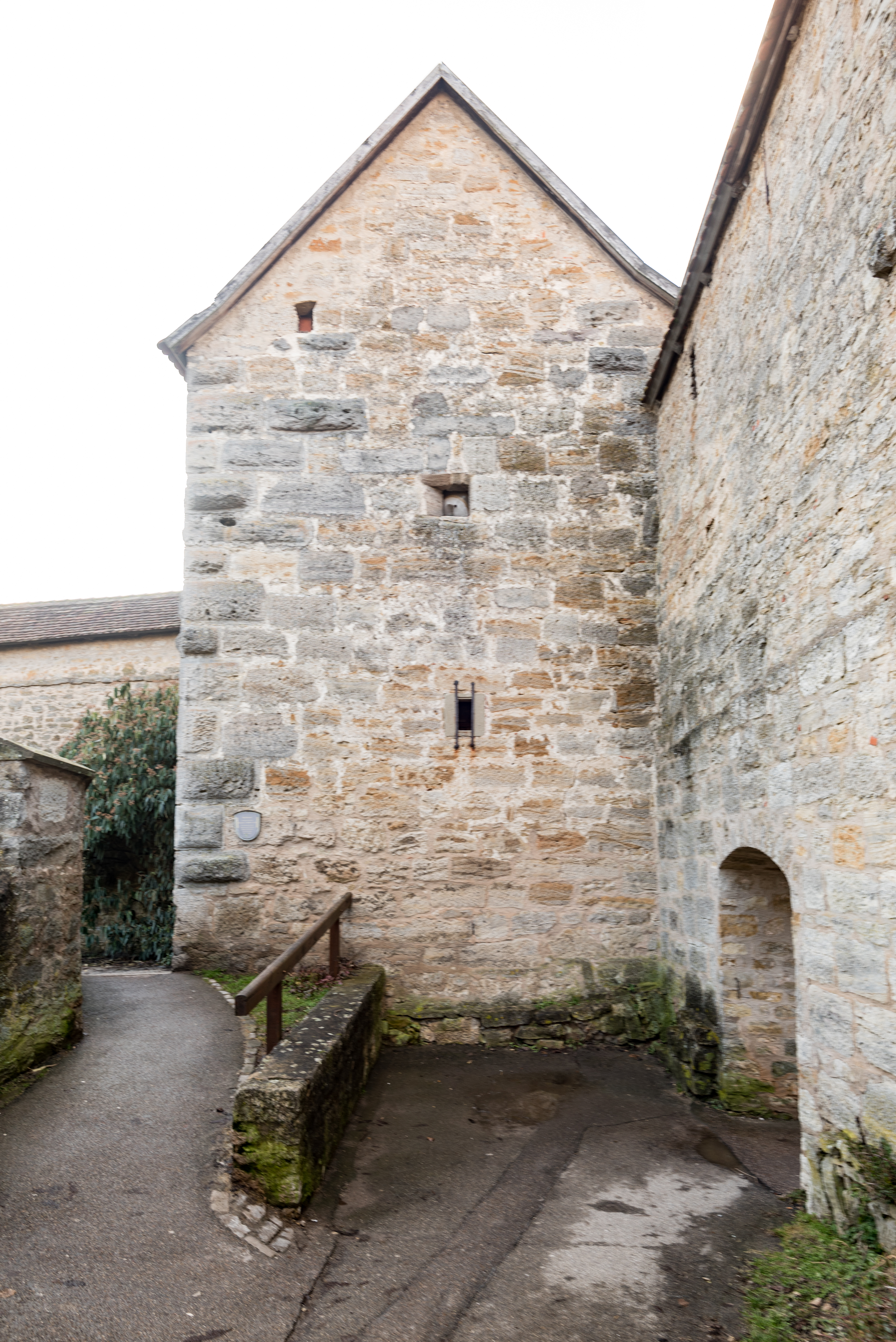
Ruckesser, von Norden weitere Bilder
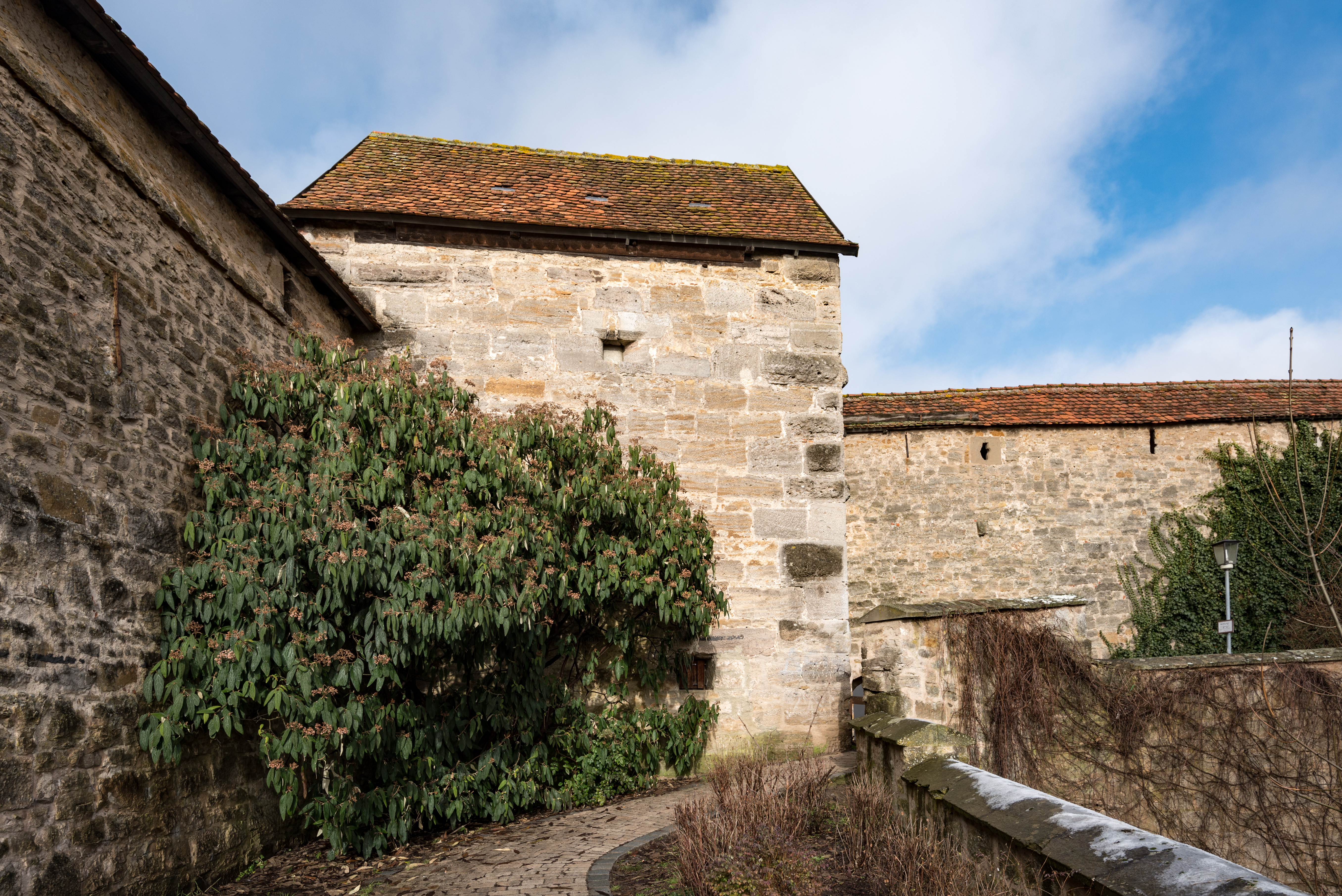
Ruckesser, von Osten weitere Bilder
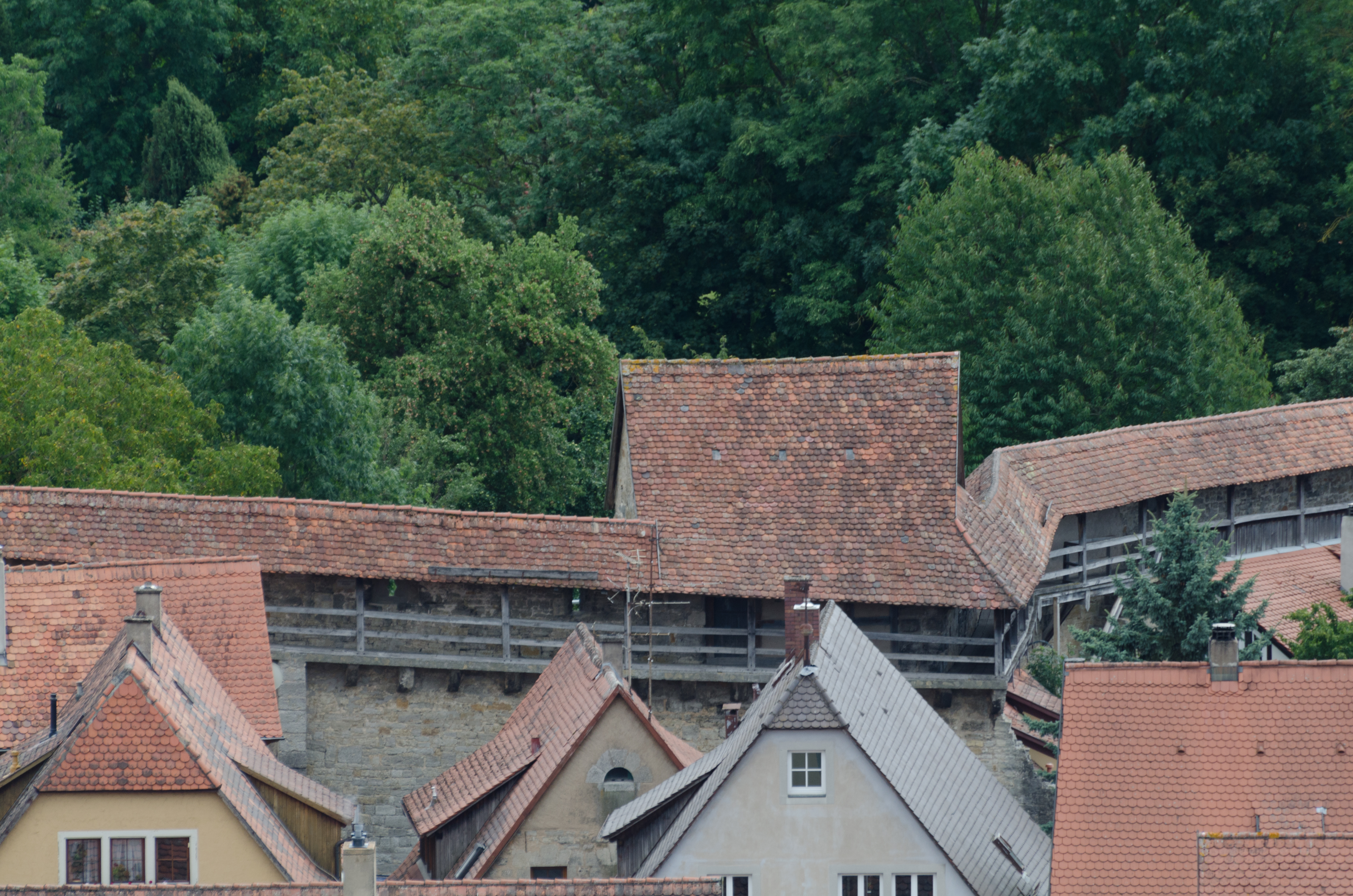
Ruckesser, von Norden, vom Rathausturm weitere Bilder

#### Vom Ruckesser zum Kobolzeller Tor
Zwischen dem Ruckesser und dem Siebersturm sowie dem Siebersturm und dem Kolbolzeller Tor befindet sich die ursprüngliche Außenmauer. Sie verlor diese Funktion als die Stadtbefestigung um die Spitalvorstadt erweitert wurde. Es ist kein Wehrgang erhalten.
- Stadtmauer mit Wehrgang vom Ruckesser zum Siebersturm (Lage) und bei Spitalgasse 1 (Lage) (D-5-71-193-542), 14. Jahrhundert, teilweise wieder aufgerichtet
- Plönlein 14: Ehemaliges Stadttor, Siebersturm, auch Gebsattlertor (Lage) (D-5-71-193-483), quadratischer, viergeschossiger Torturm aus Sandsteinquadern, 15. Jahrhundert, über Resten des letzten Viertels 13. Jahrhundert, Zeltdach mit Laterne 17. Jahrhundert
- Spitalgasse 2: Stadtmauer (Lage)

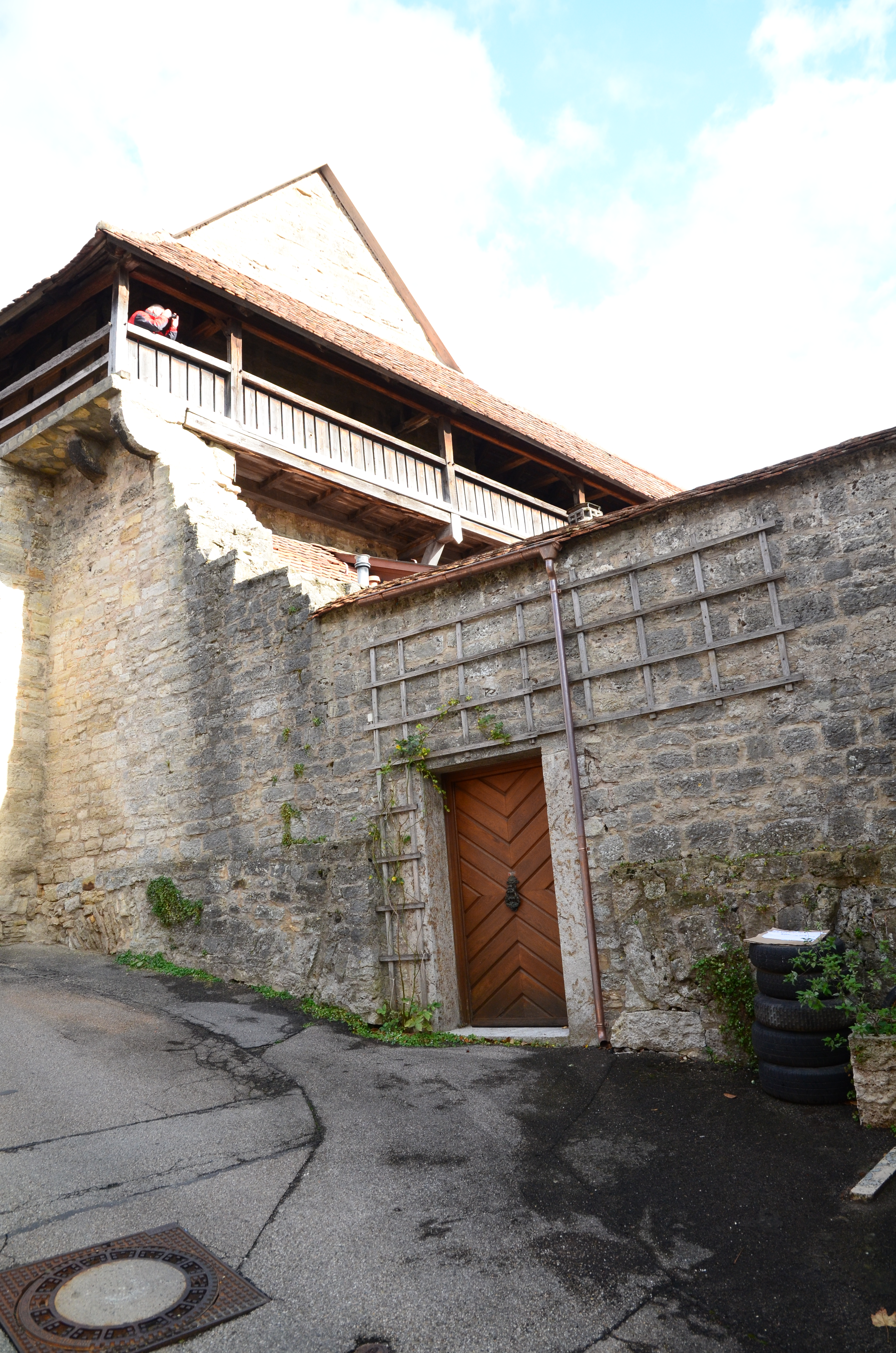
Stadtmauer westlich des Ruckessers weitere Bilder
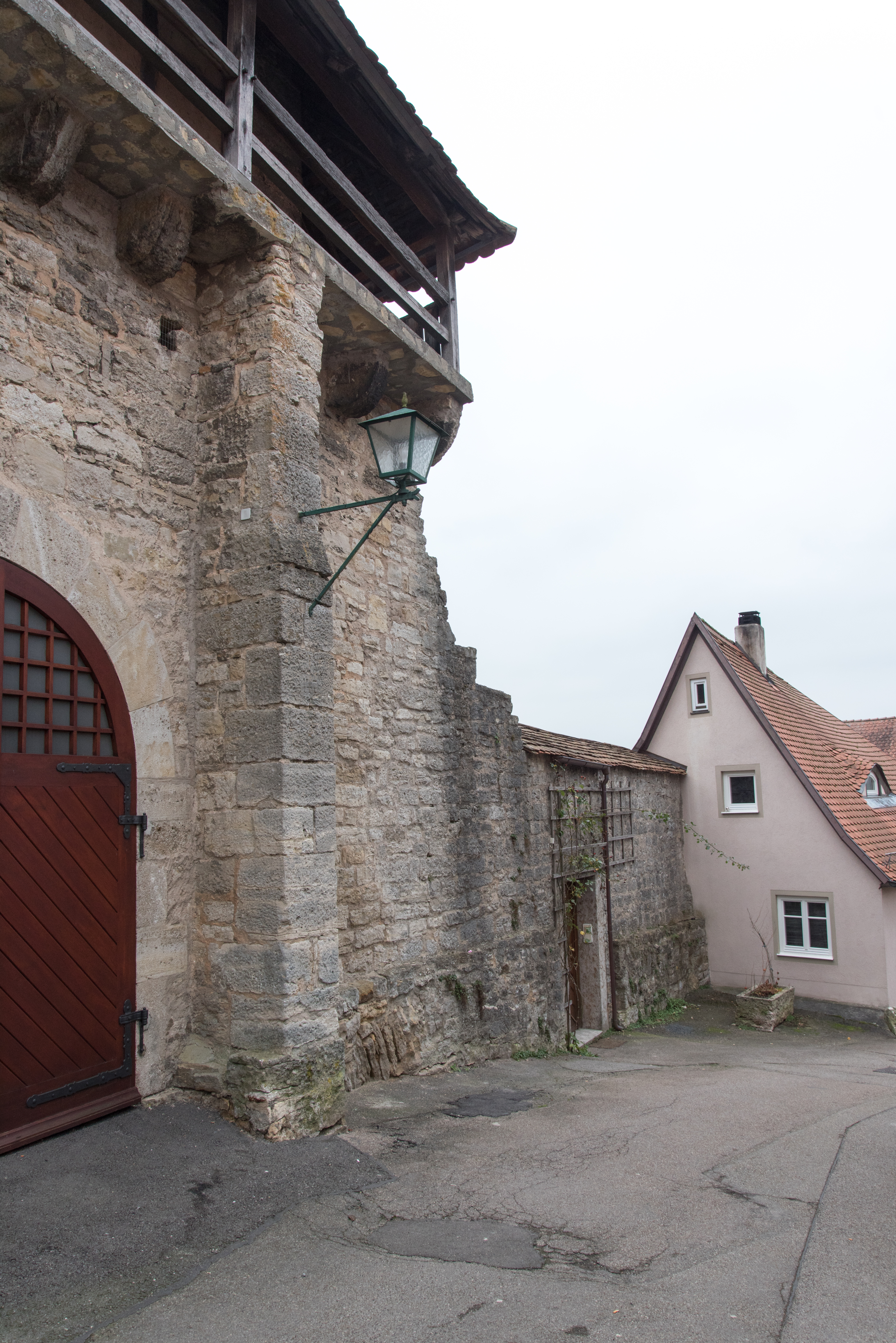
Stadtmauer bei Röderschütt 4 weitere Bilder
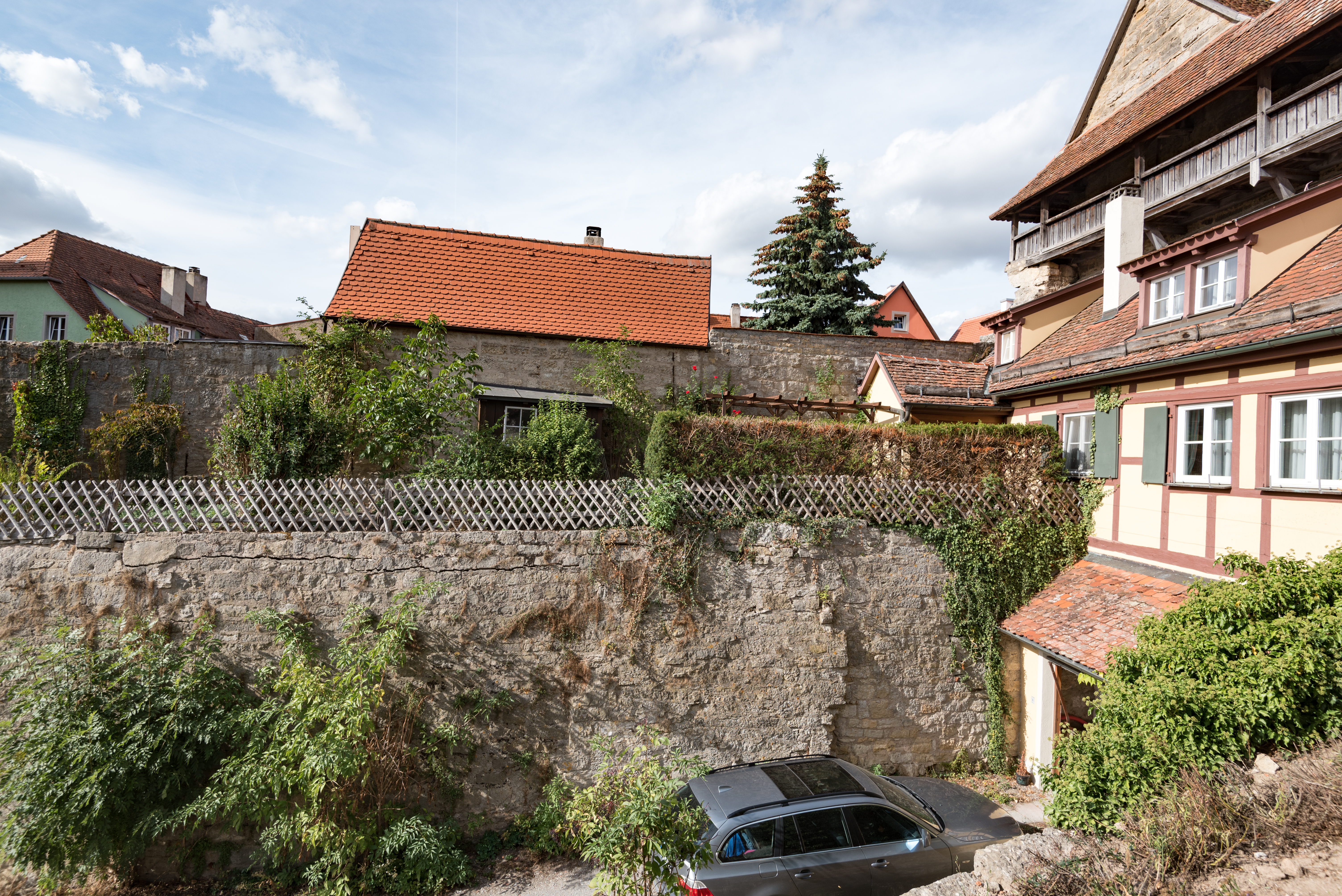
Stadtmauer westlich des Ruckessers weitere Bilder
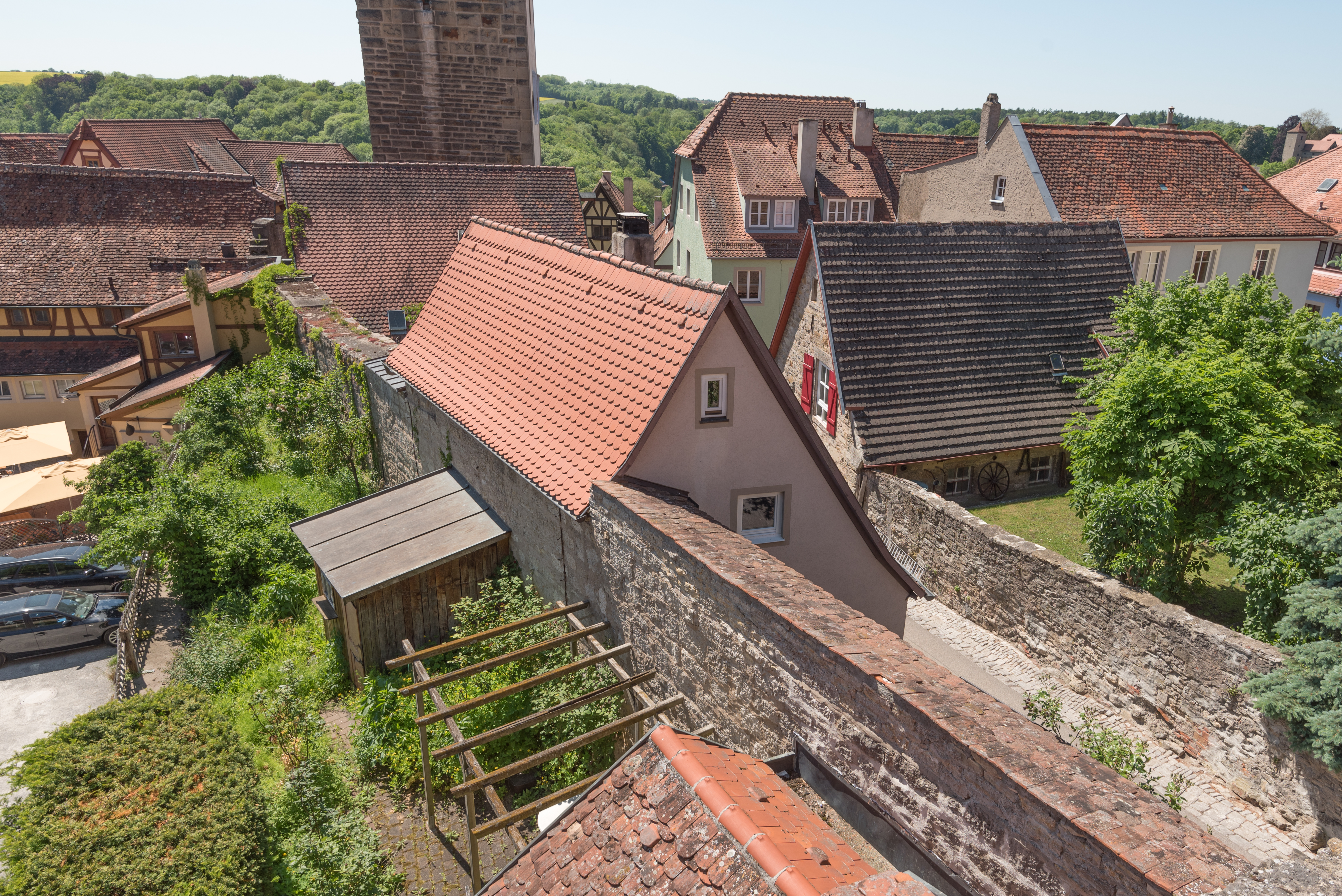
Stadtmauer westlich des Ruckessers weitere Bilder
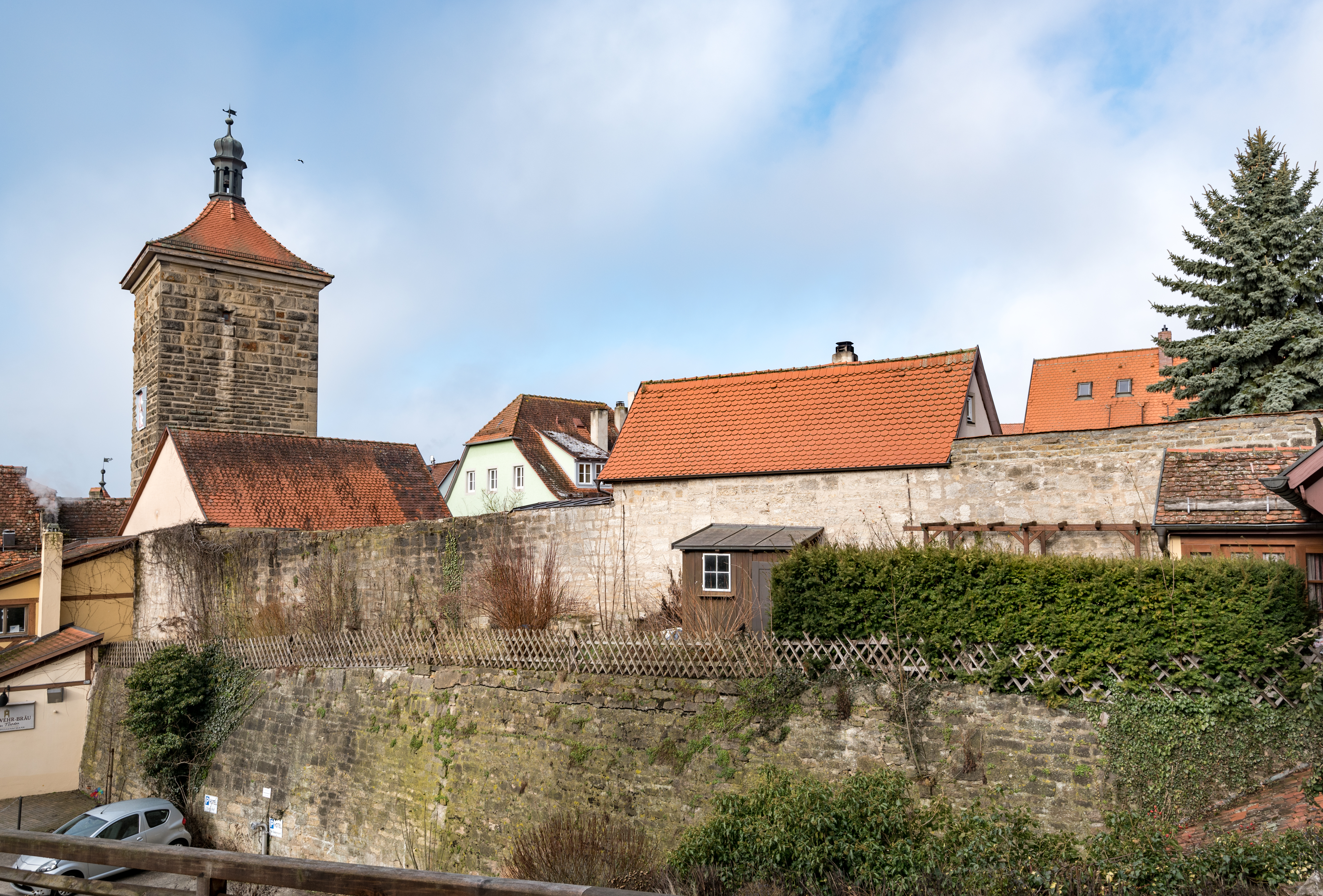
Stadtmauer östlich des Siebersturms weitere Bilder
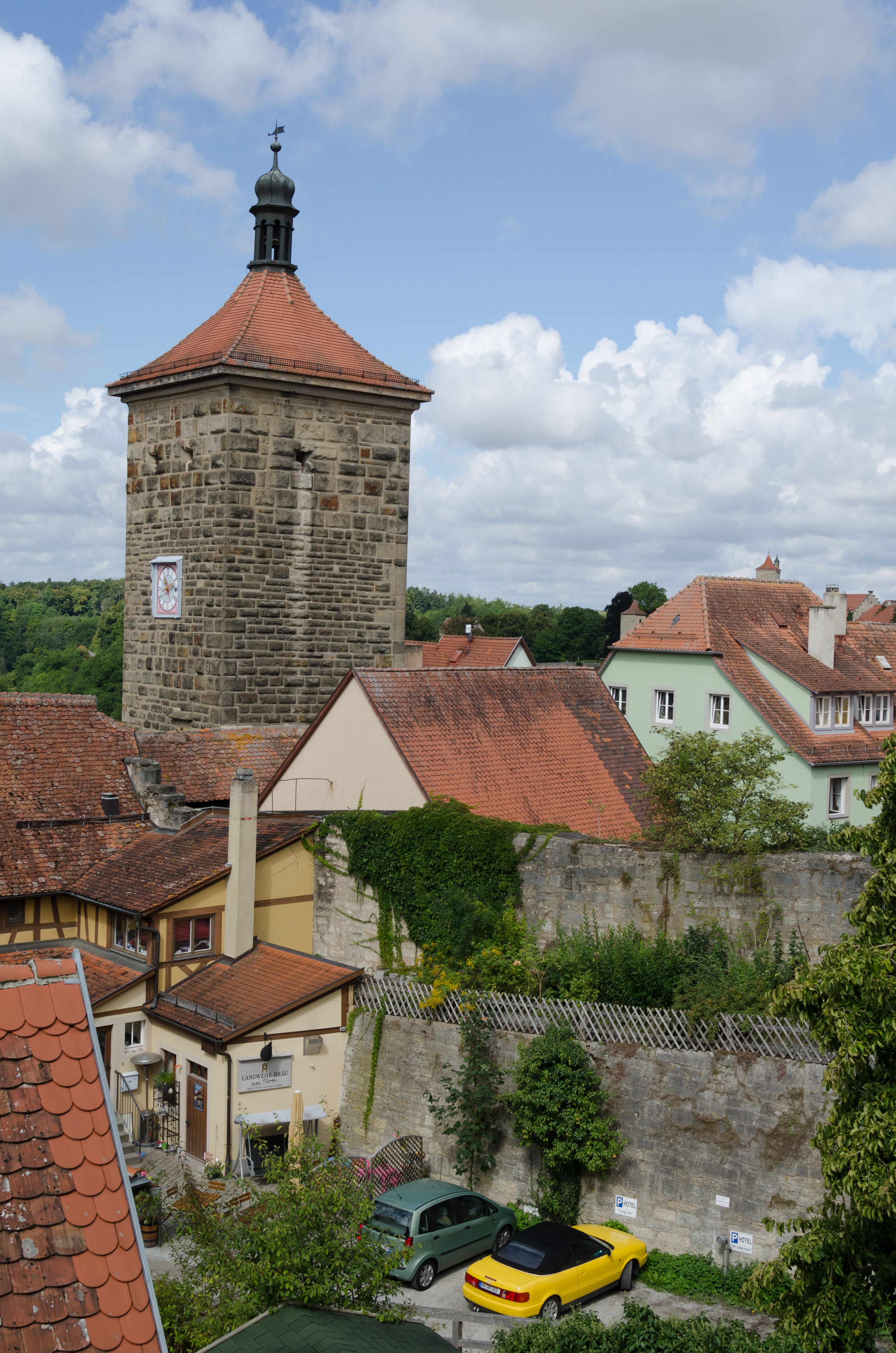
Stadtmauer östlich des Siebersturms weitere Bilder
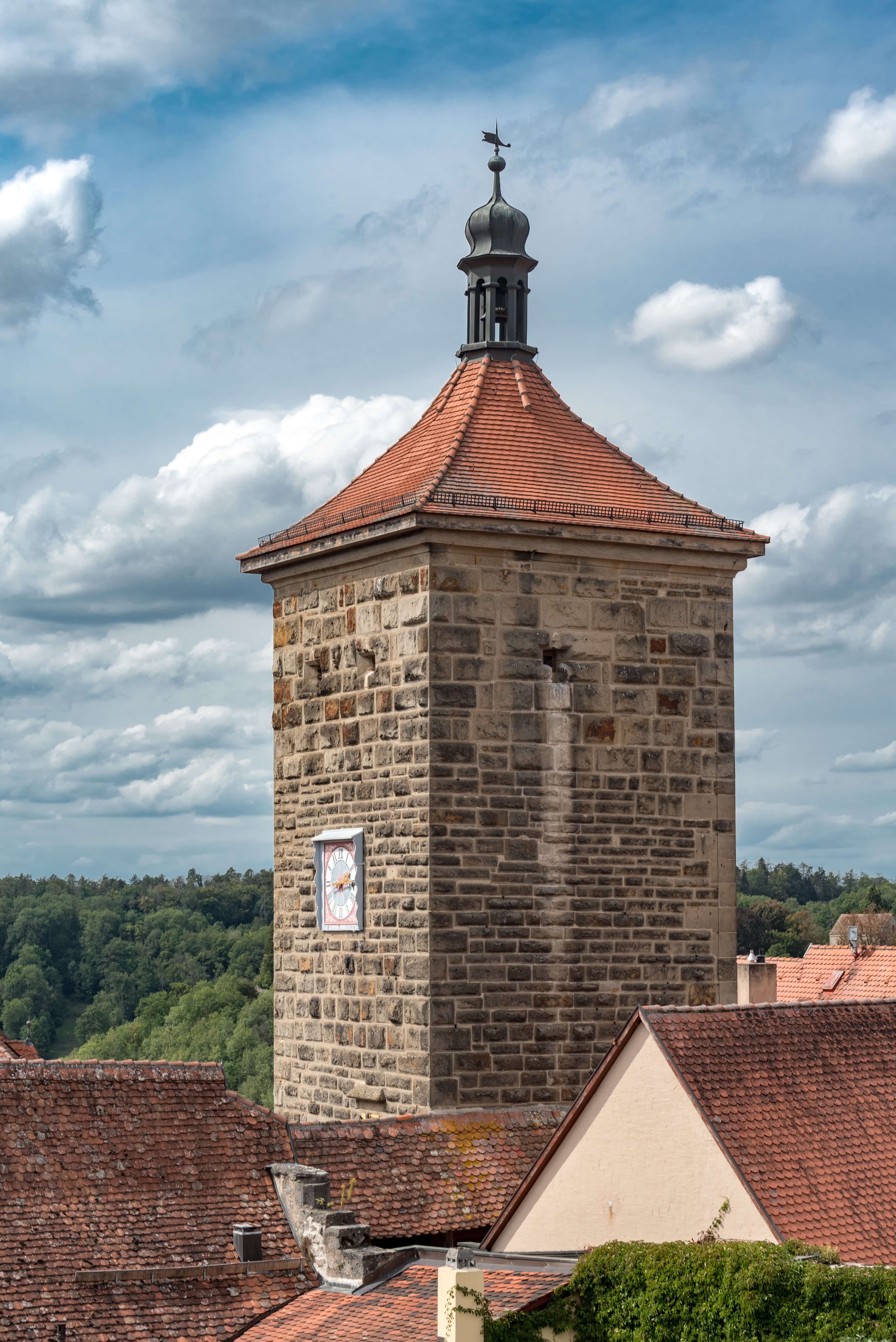
Siebersturm, von Südosten weitere Bilder
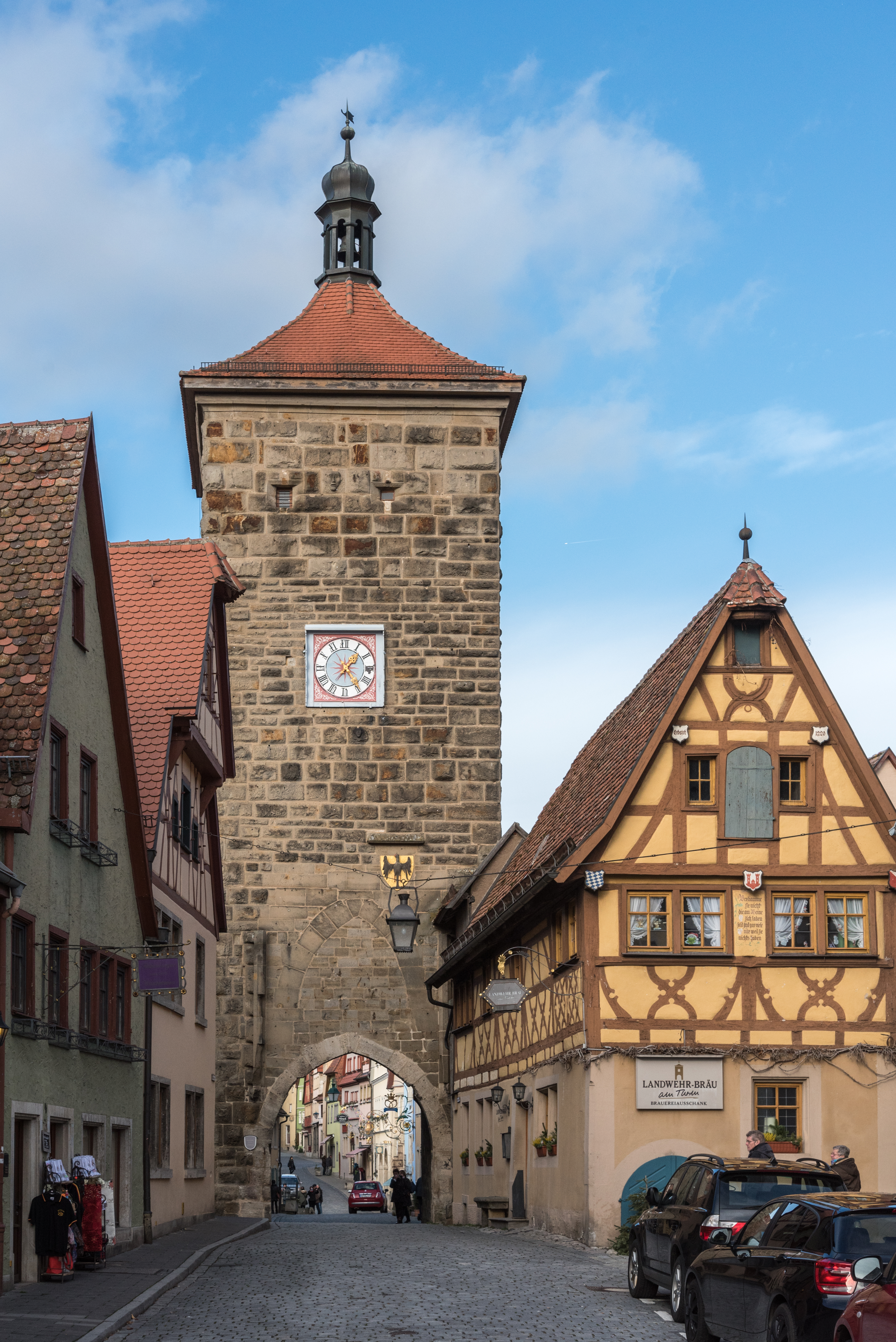
Siebersturm, Feldseite, von Süden weitere Bilder
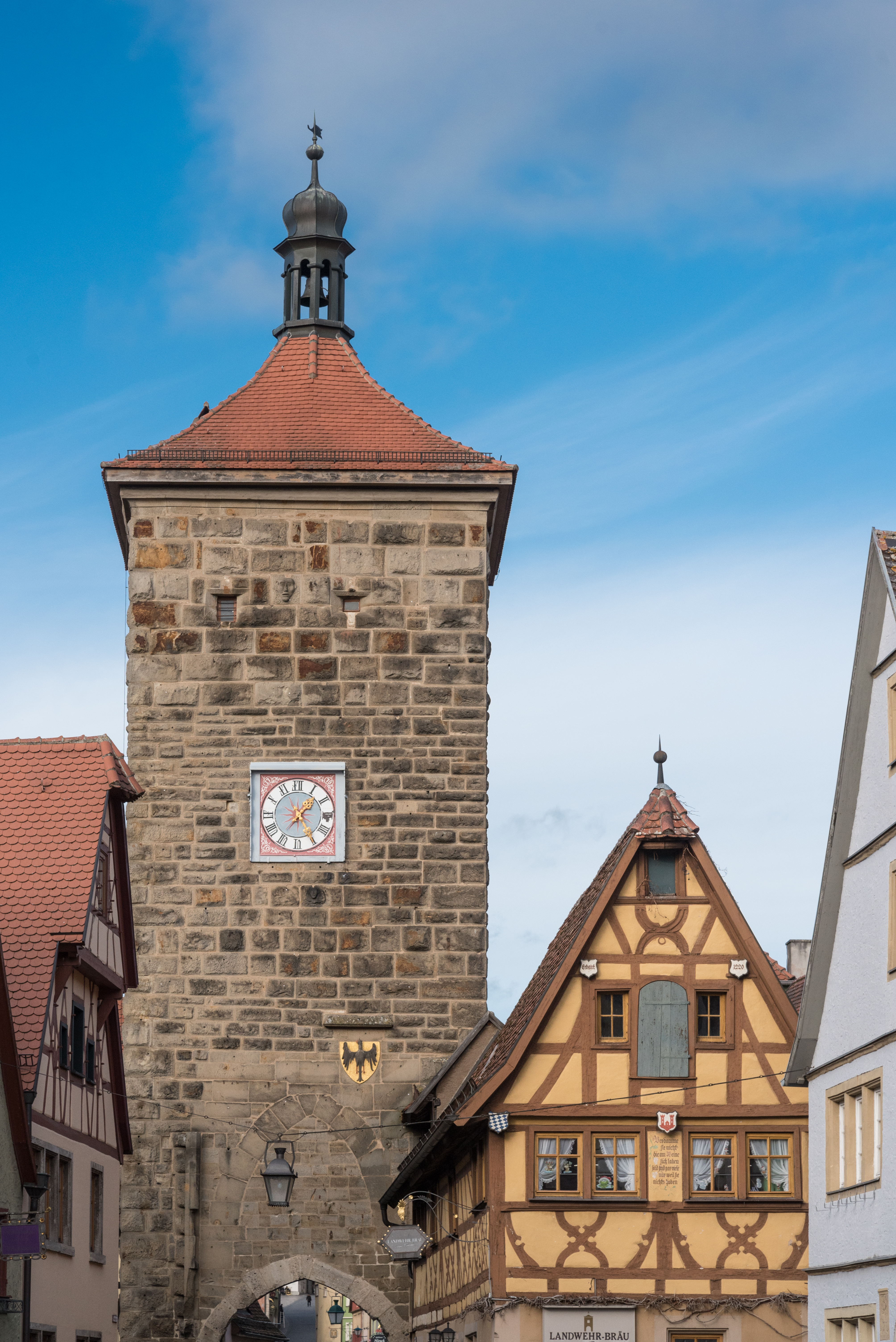
Siebersturm, Feldseite, von Süden weitere Bilder
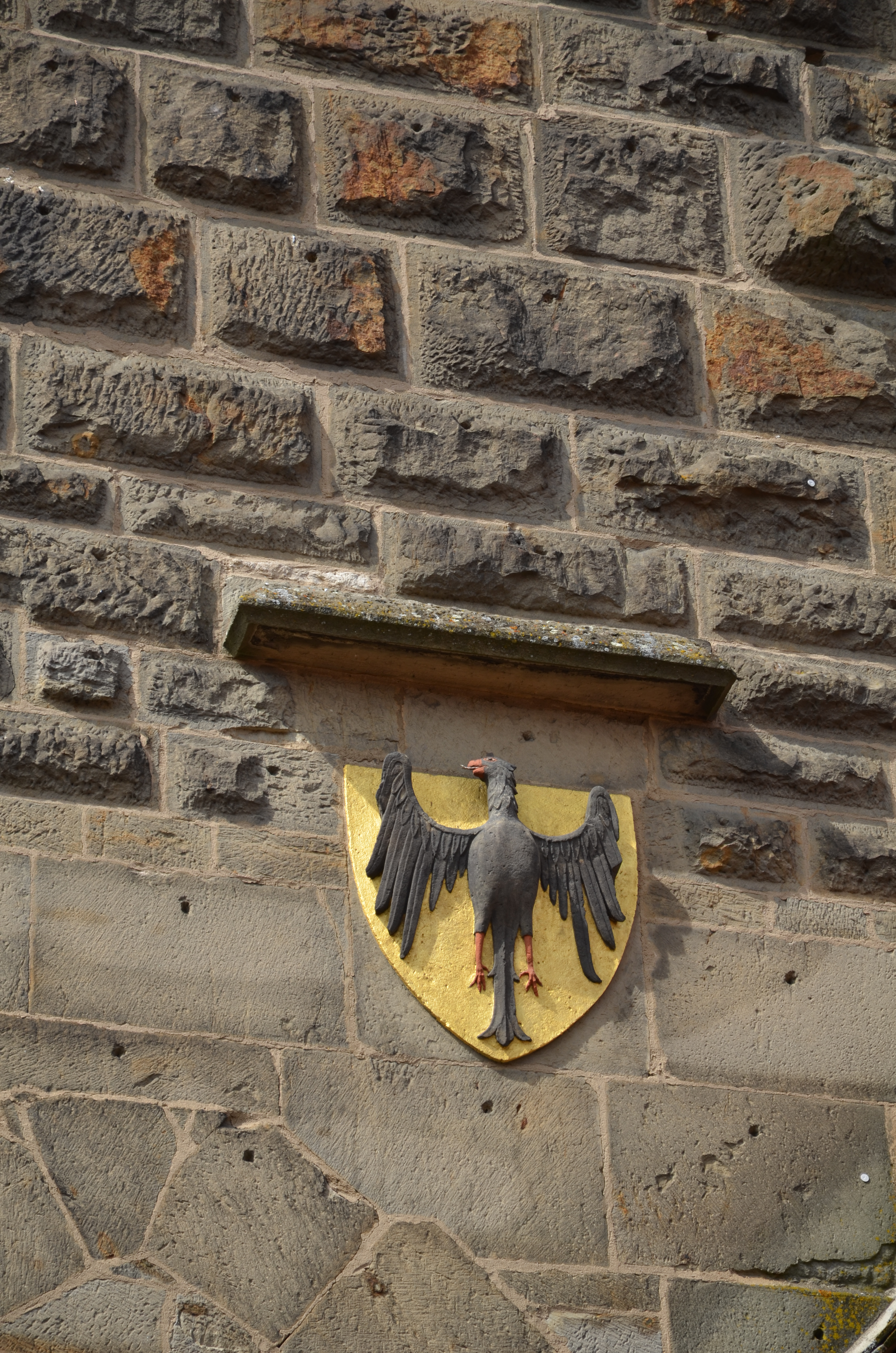
Siebersturm, Feldseite, von Süden weitere Bilder
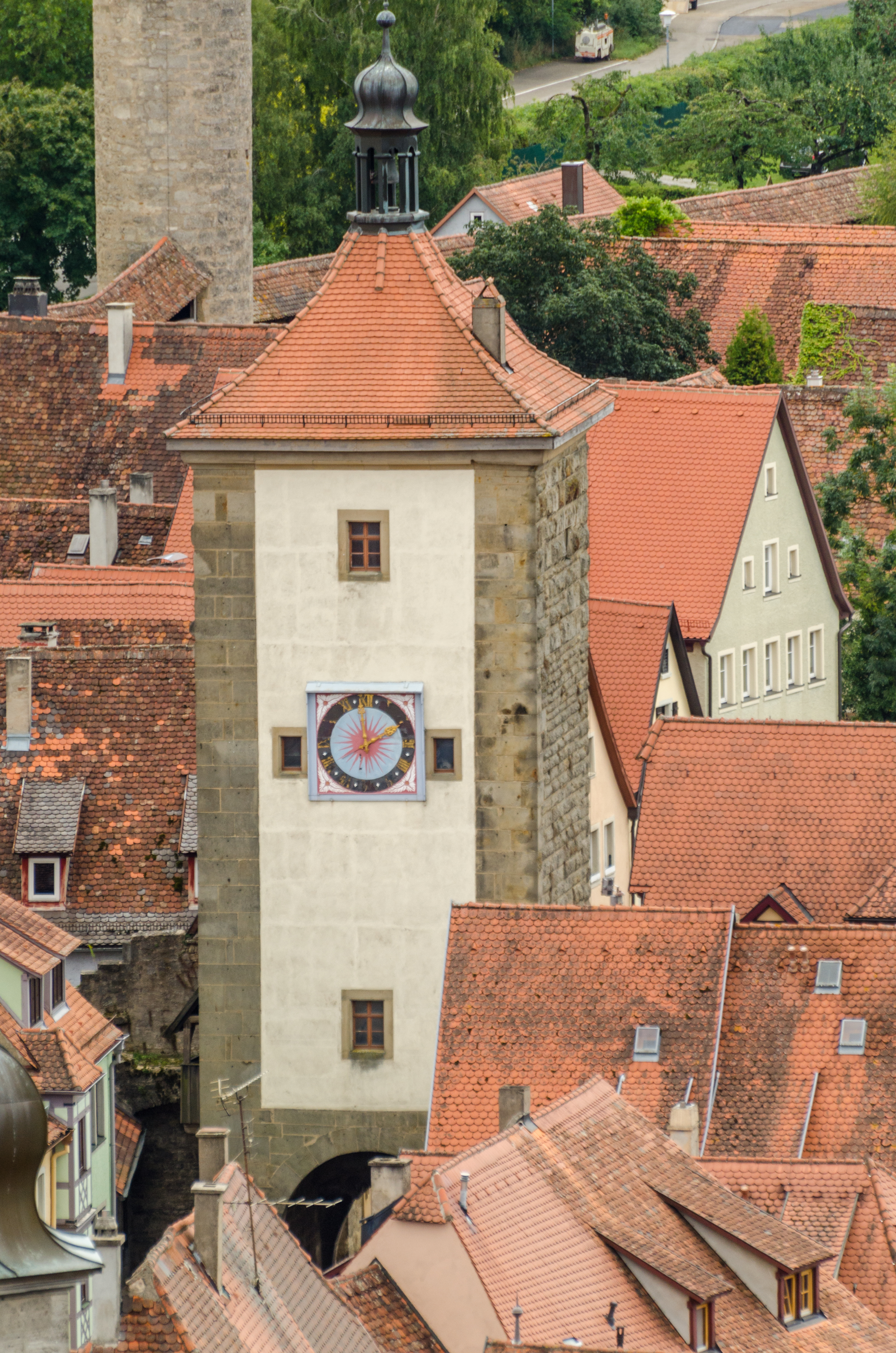
Siebersturm, Stadtseite, von Norden, vom Rathausturm, großer Stern im Hintergrund weitere Bilder
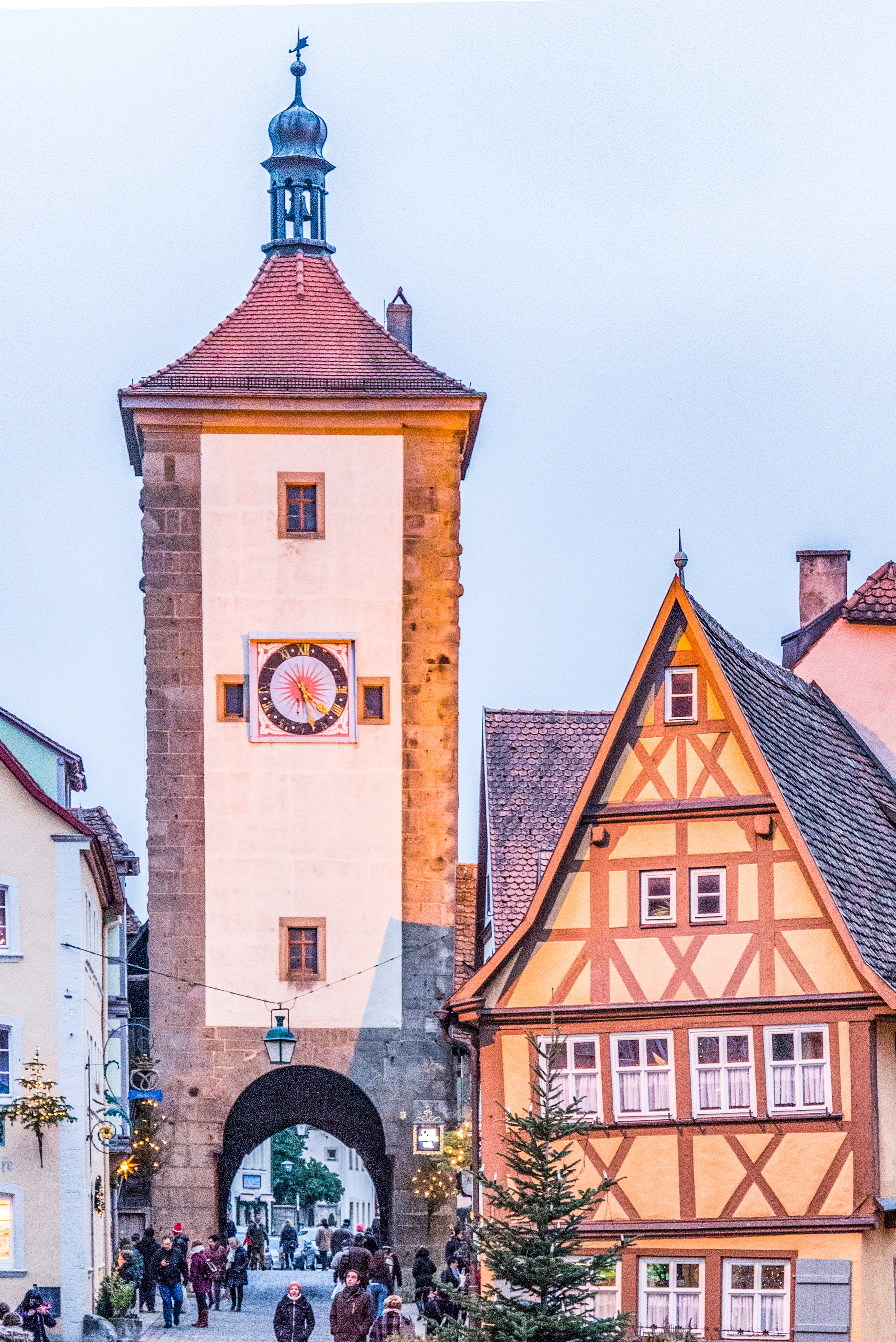
Siebersturm, Stadtseite, von Norden weitere Bilder
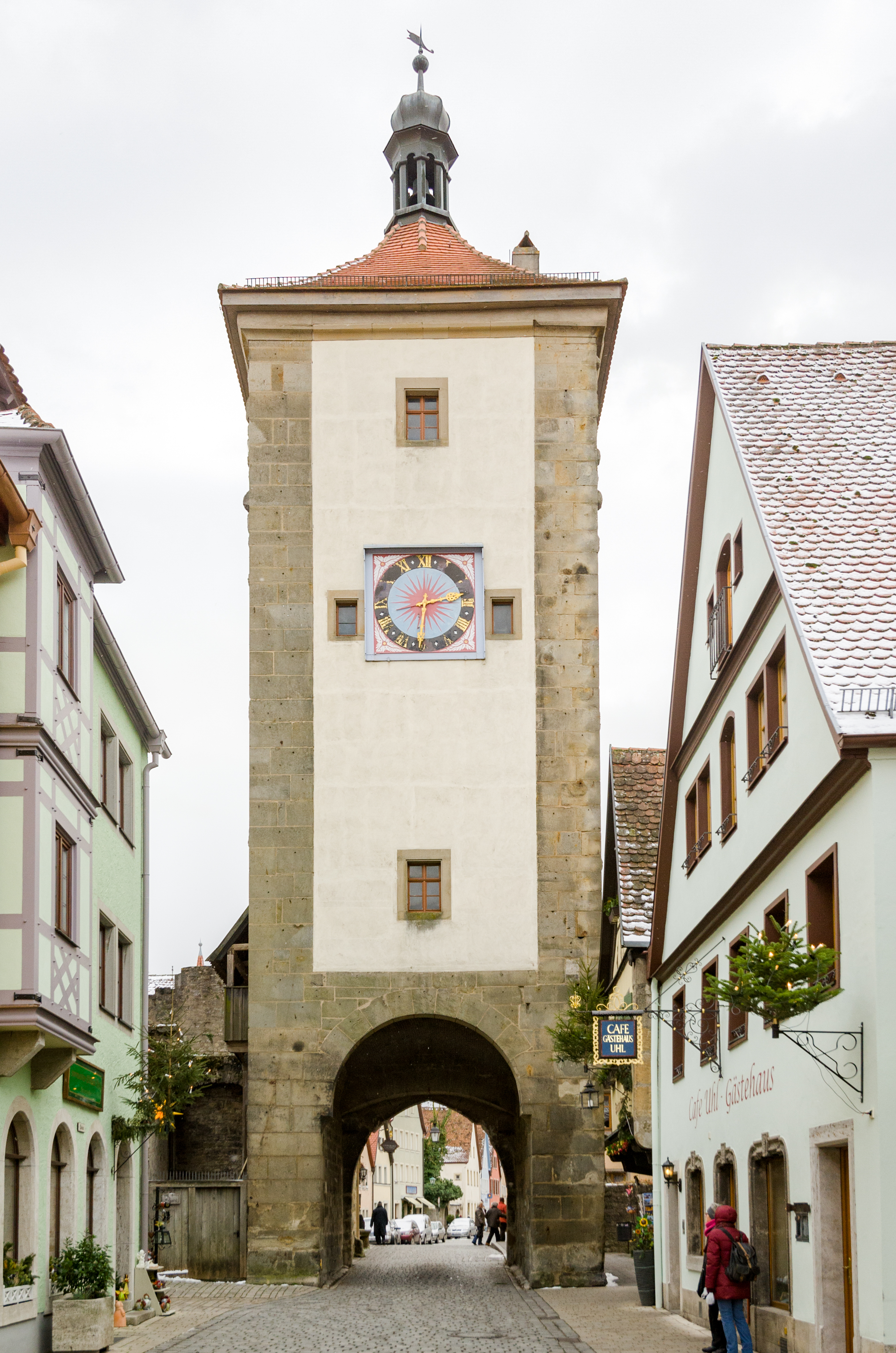
Siebersturm, Stadtseite, von Norden weitere Bilder
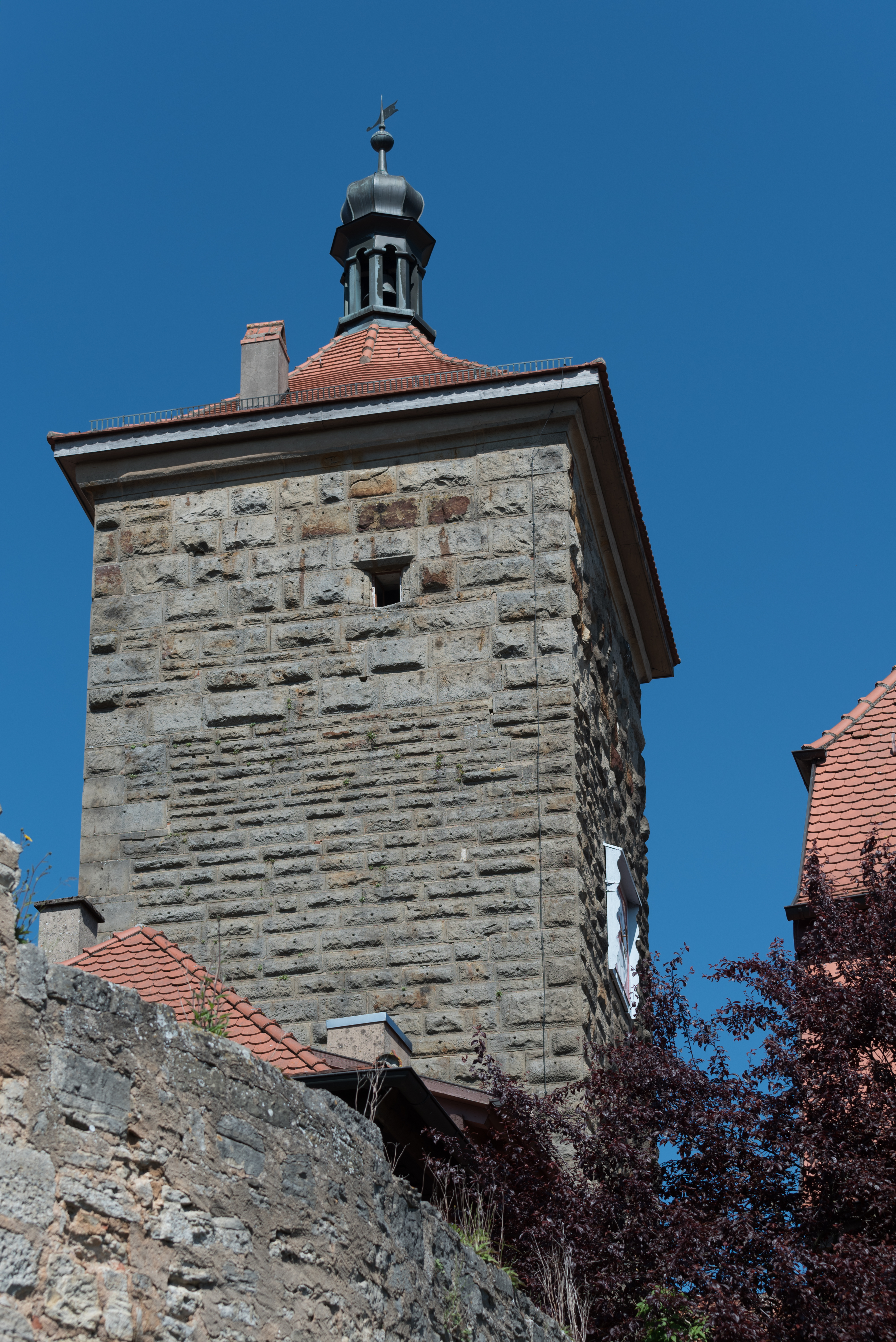
Siebersturm, von Westen weitere Bilder
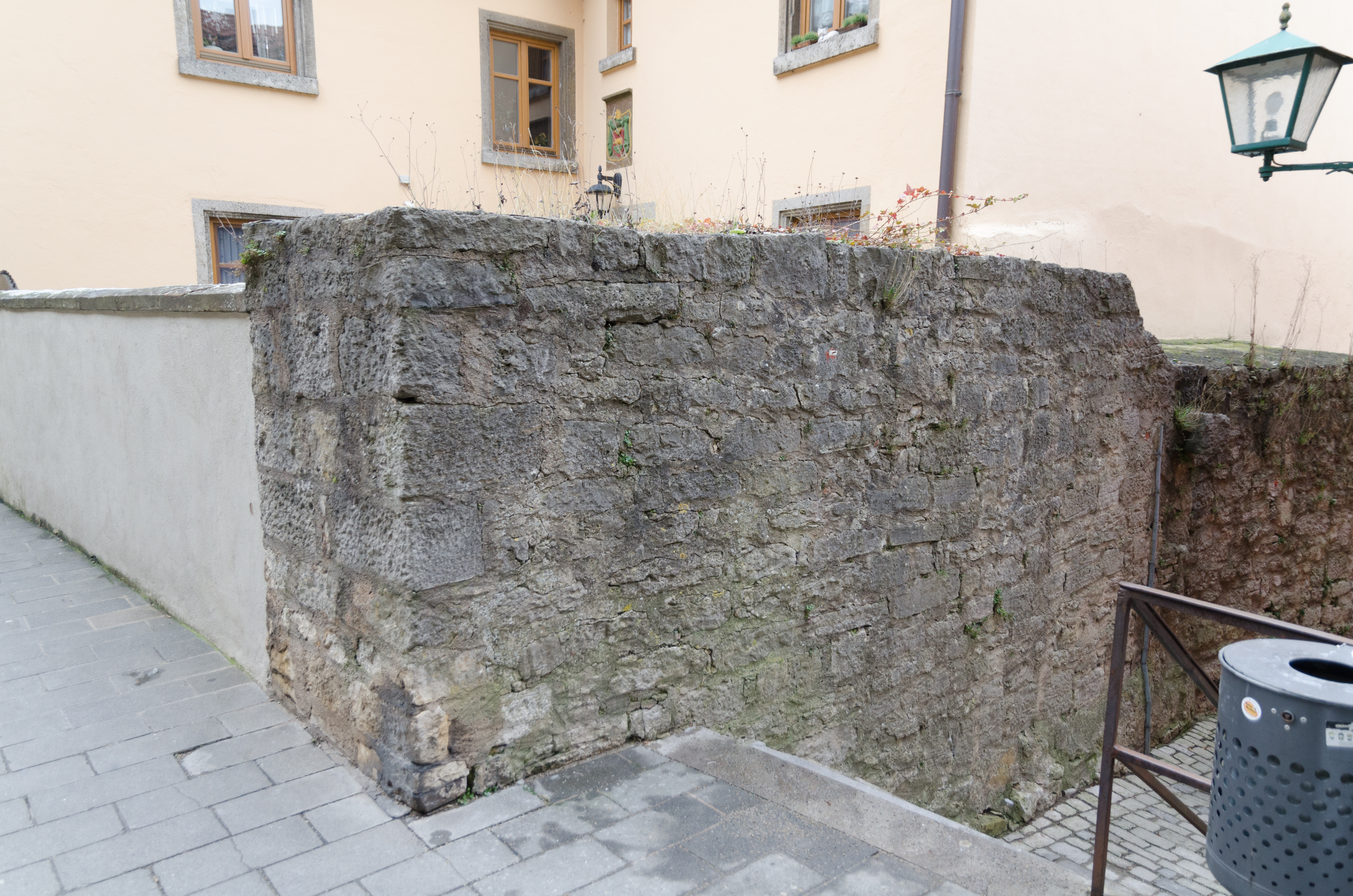
Stadtmauer westlich der Spitalgasse weitere Bilder
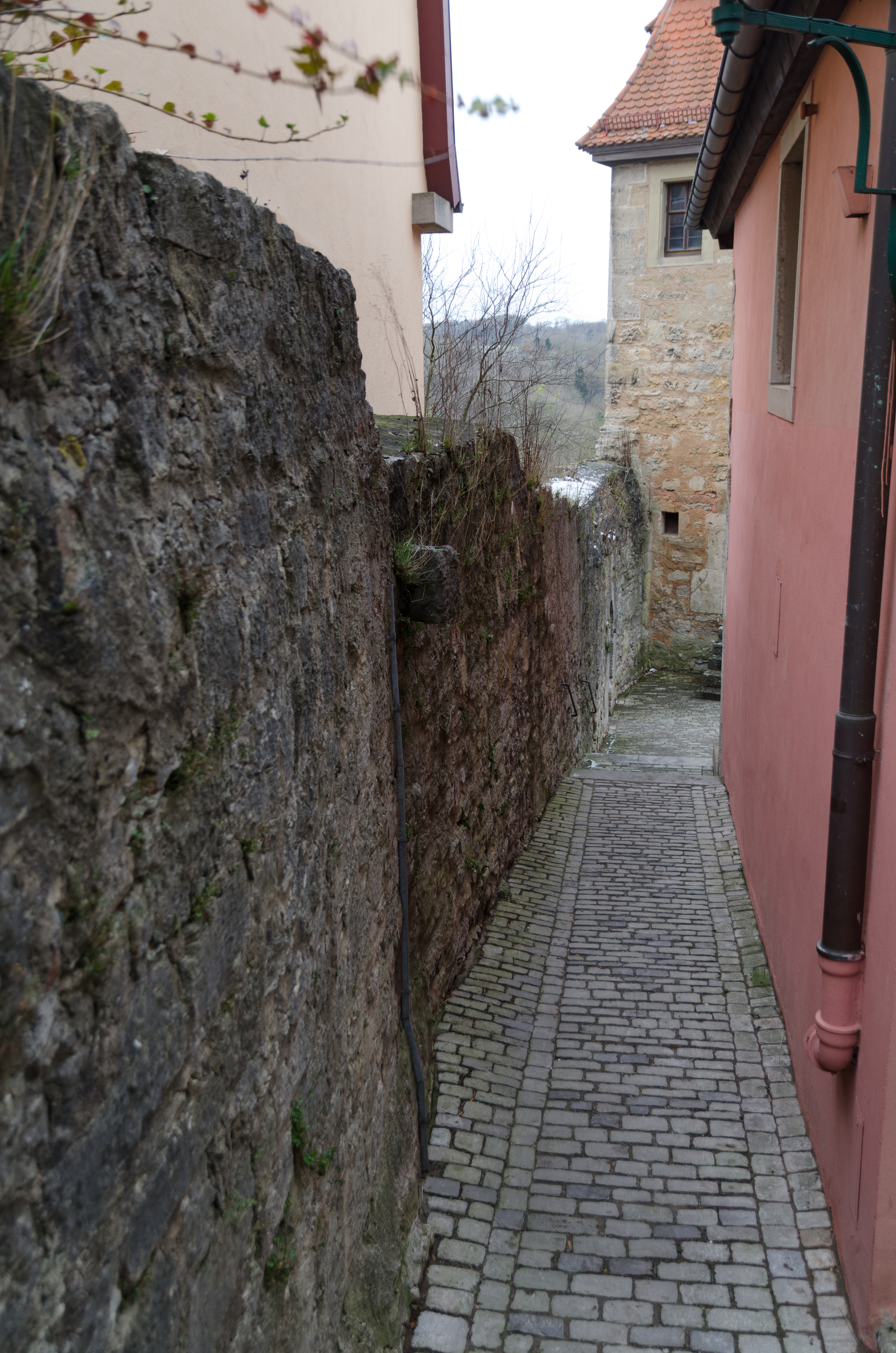
Stadtmauer westlich der Spitalgasse weitere Bilder
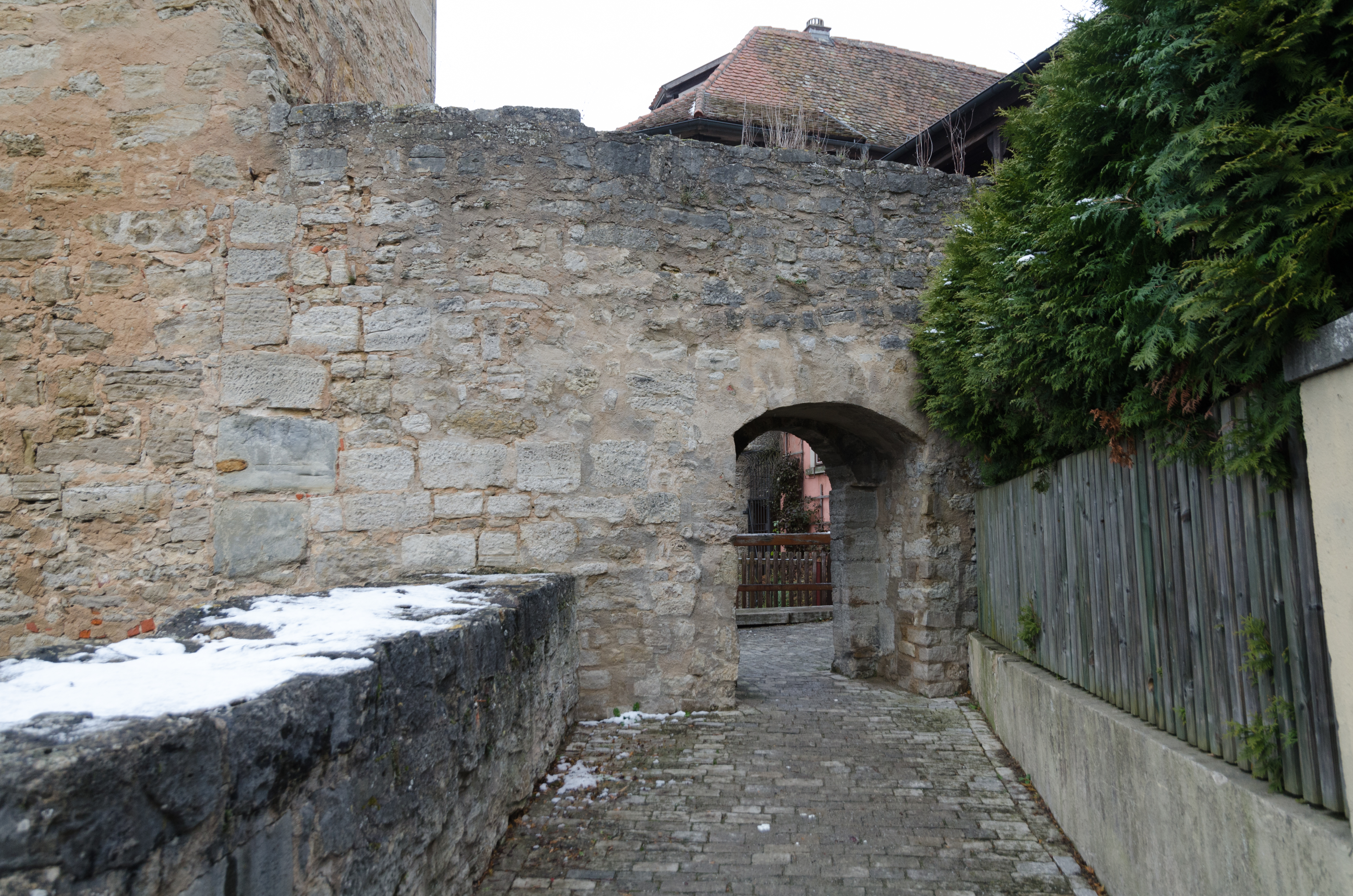
Stadtmauer östlich des Kobolzeller Tors weitere Bilder
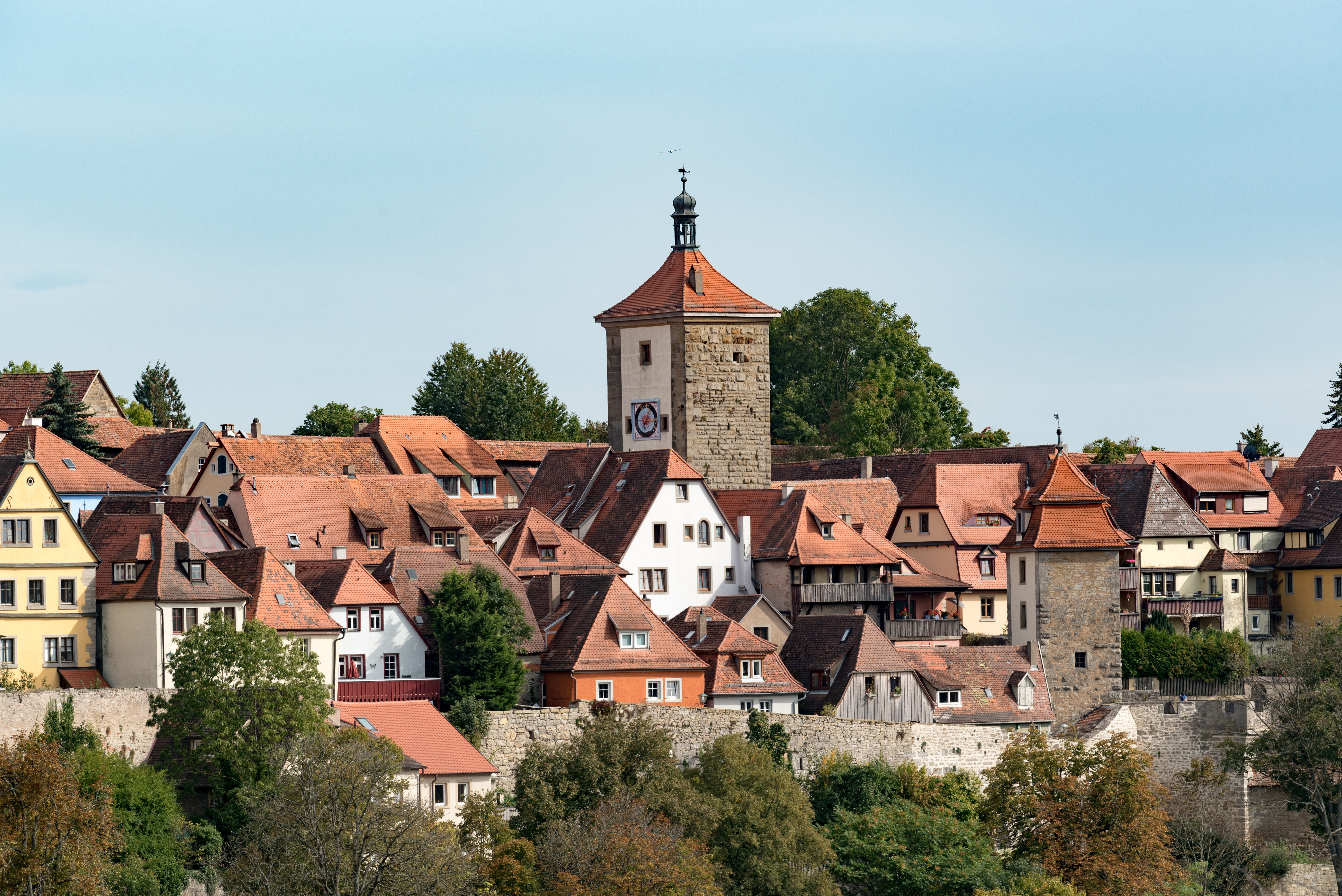
Siebersturm und Kobolzeller Tor, von Alte Burg weitere Bilder

#### Vom Ruckesser zum Spitaltor
Der Abschnitt zwischen Ruckesser, Spitaltor und Kobolzeller Tor wird Kappenzipfel genannt. Zwischen Ruckesser und Spitaltor ist die Mauer in voller Höhe mit Wehrgang sowie zwei Mauertürmen erhalten. Entlang der Sterngasse ist die Stadtmauer öffentlich zugänglich. Nach der Einmündung der Sterngasse in die Spitalgasse grenzen die Grundstücke der Häuser Sterngasse 2, Spitalgasse 43, 45, 47, 49, 51, 53 und 55 östlich direkt an die Stadtmauer an. Auf der Feldseite ist der Zugang zur Stadtmauer durch drei Gartengrundstücke am Friedrich-Hörner-Weg unterbrochen.
- Wachturm, sogenannter Großer Stern (Lage), fünfgeschossiger Rundturm vor und hinter der Mauer auf je einem Stützpfeiler, aus Bruchstein mit Kegeldach, erstes Viertel 15. Jahrhundert, 1683 verändert
- Wachturm, sogenannter Kleiner Stern (Lage), dreigeschossiger Rundturm auf Stützpfeilern aus Bruch- und Haustein mit Kegeldach, erstes Viertel 15. Jahrhundert
- Stadtmauer Spitalgasse 43 (Lage) (D-5-71-193-568), 45 (Lage) (D-5-71-193-569), 47 (Lage) (D-5-71-193-572), 53 (Lage) (D-5-71-193-577), 55 (Lage) (D-5-71-193-578)

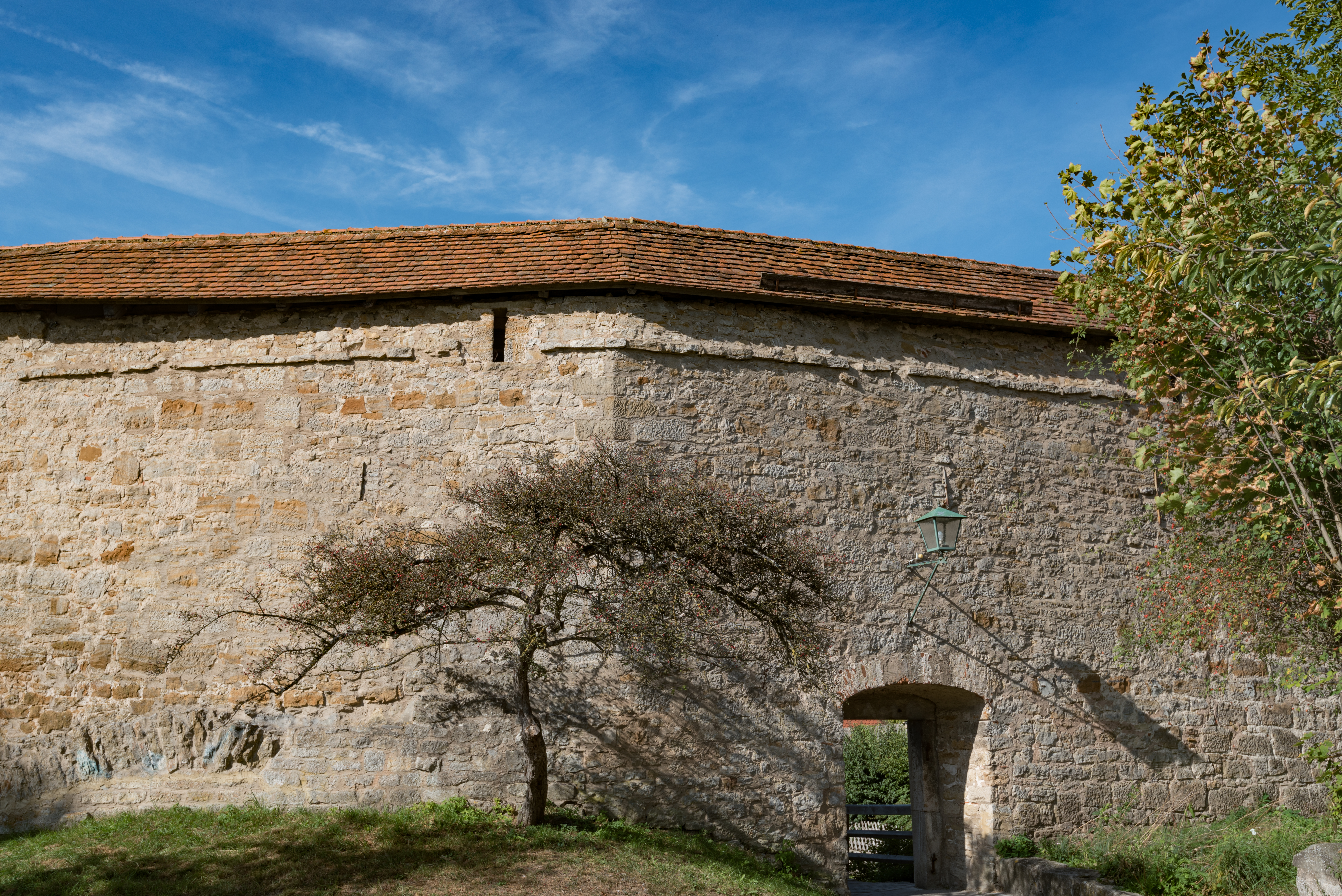
Stadtmauer südlich des Ruckesser, Feldseite weitere Bilder
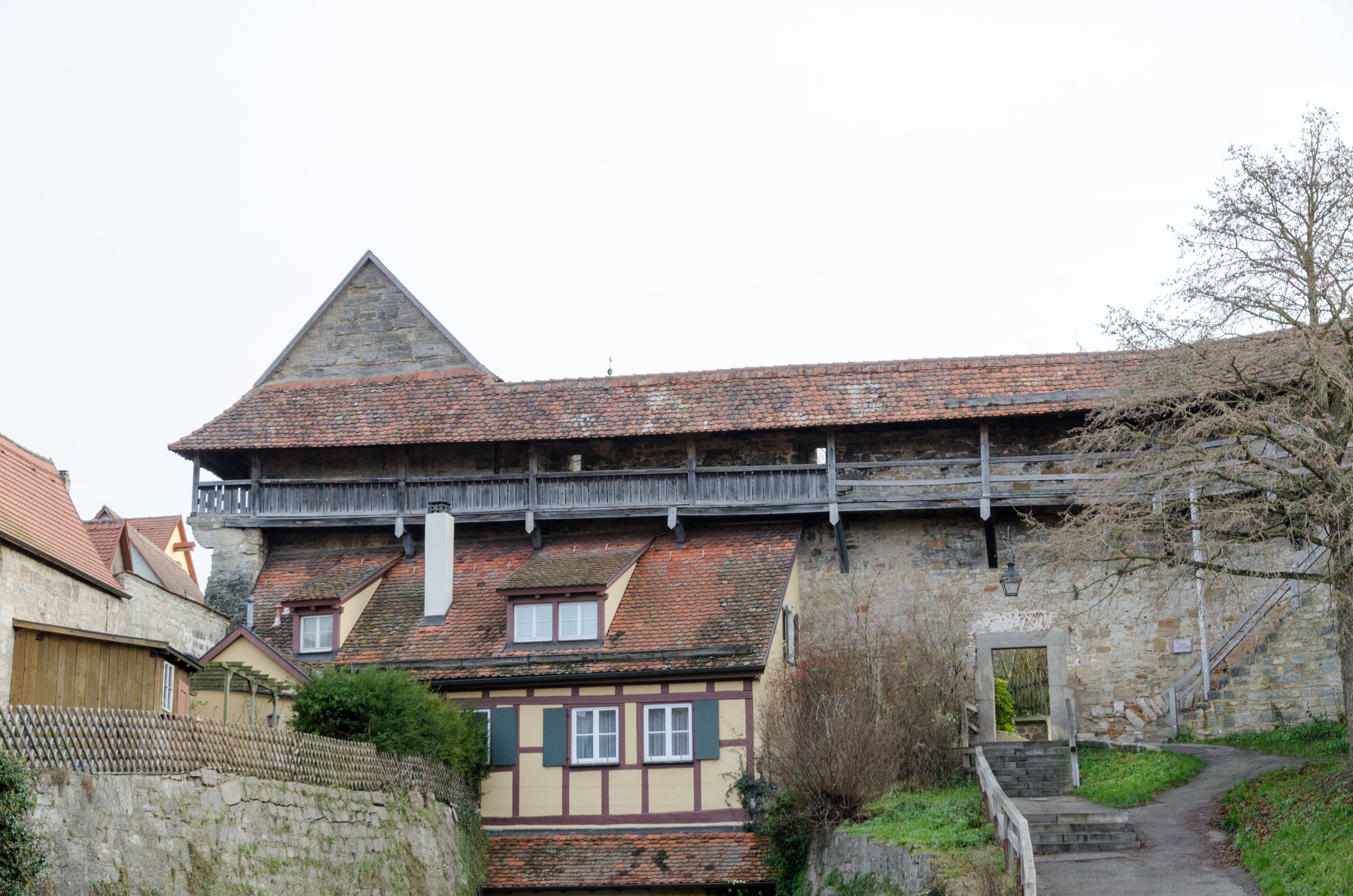
Stadtmauer südlich des Ruckesser, Stadtseite weitere Bilder
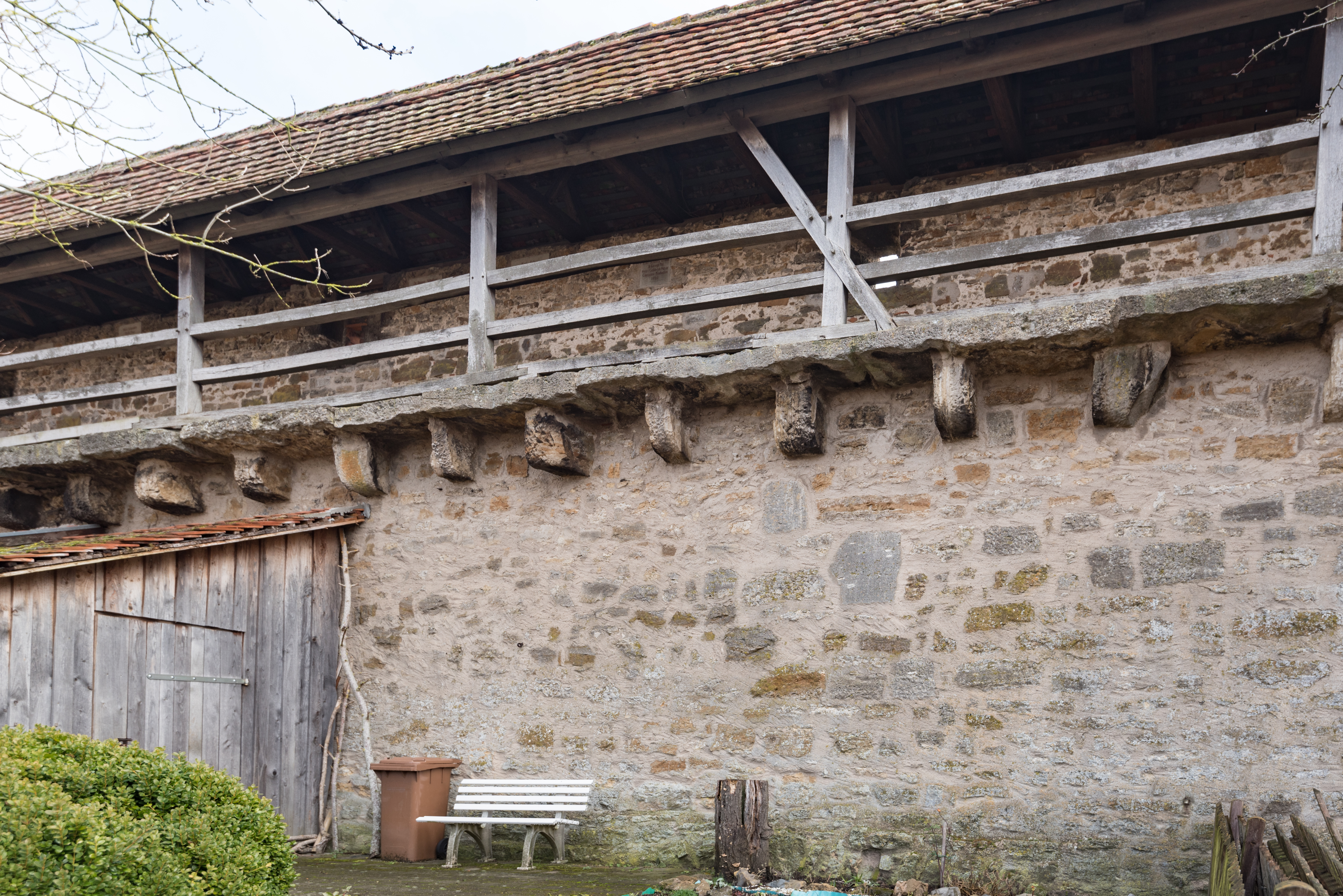
Stadtmauer südlich des Ruckesser, Stadtseite weitere Bilder
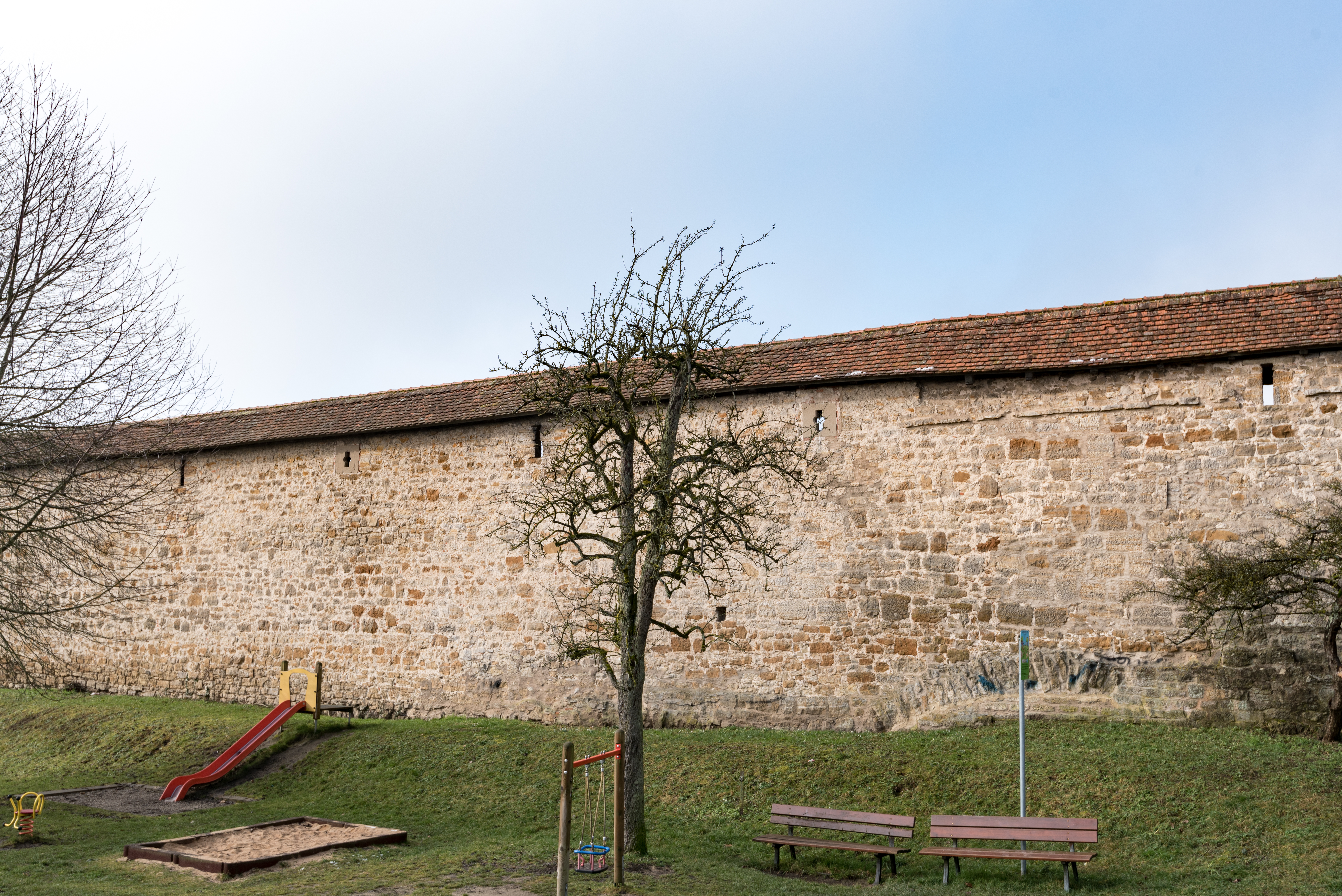
Stadtmauer südlich des Ruckesser, Feldseite weitere Bilder
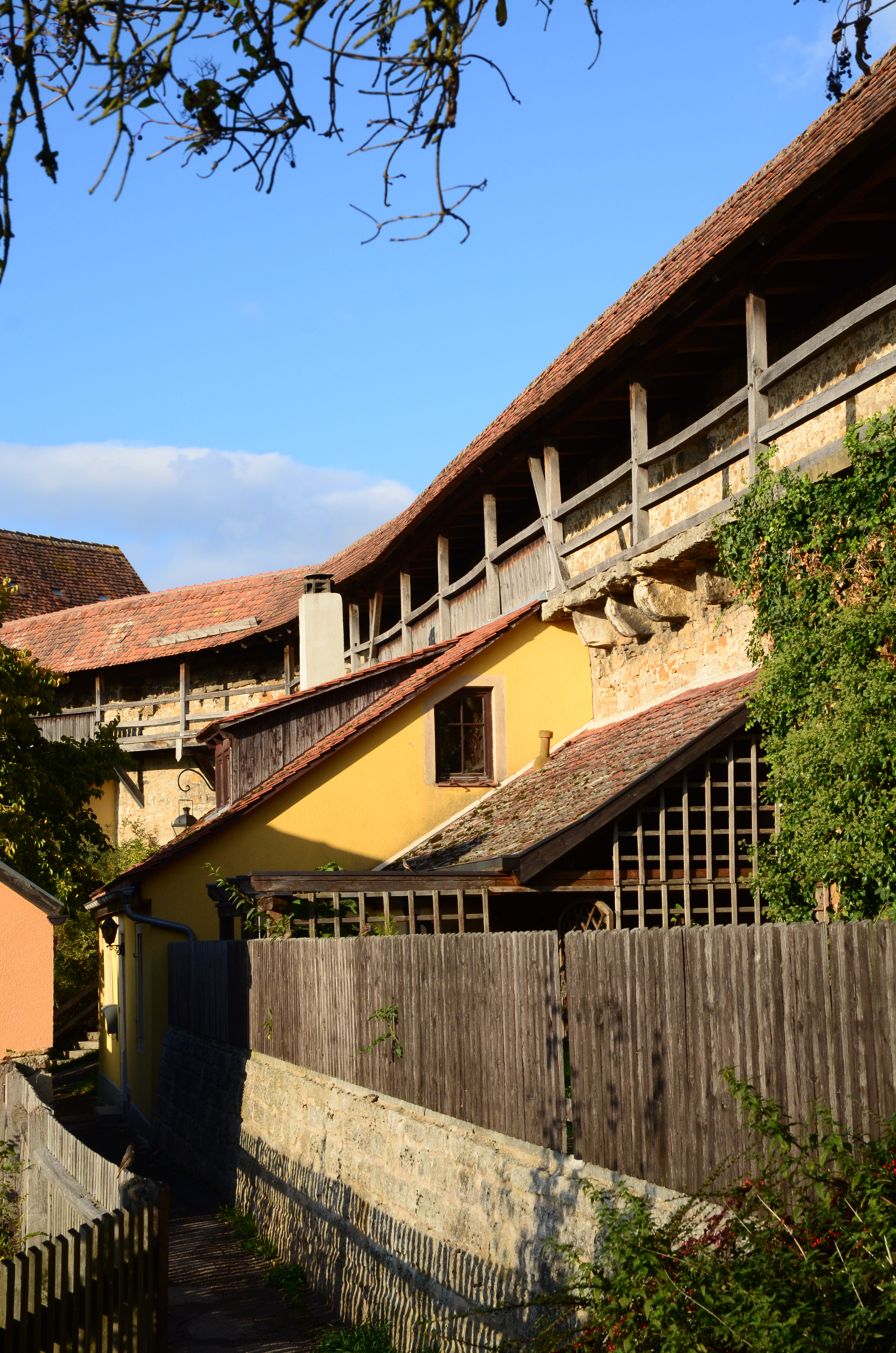
Stadtmauer südlich des Ruckesser, Stadtseite weitere Bilder
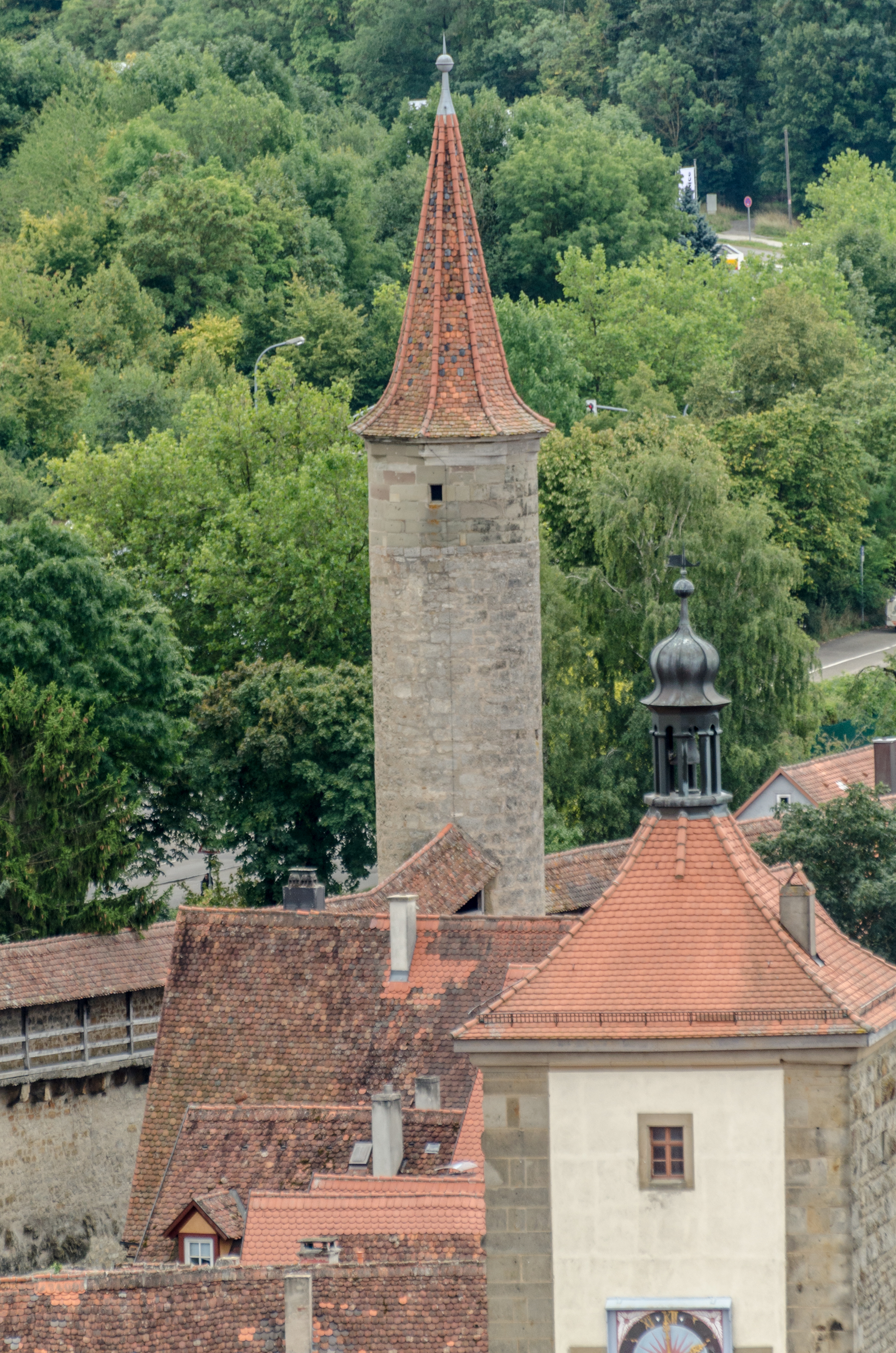
Großer Stern, vom Rathausturm weitere Bilder
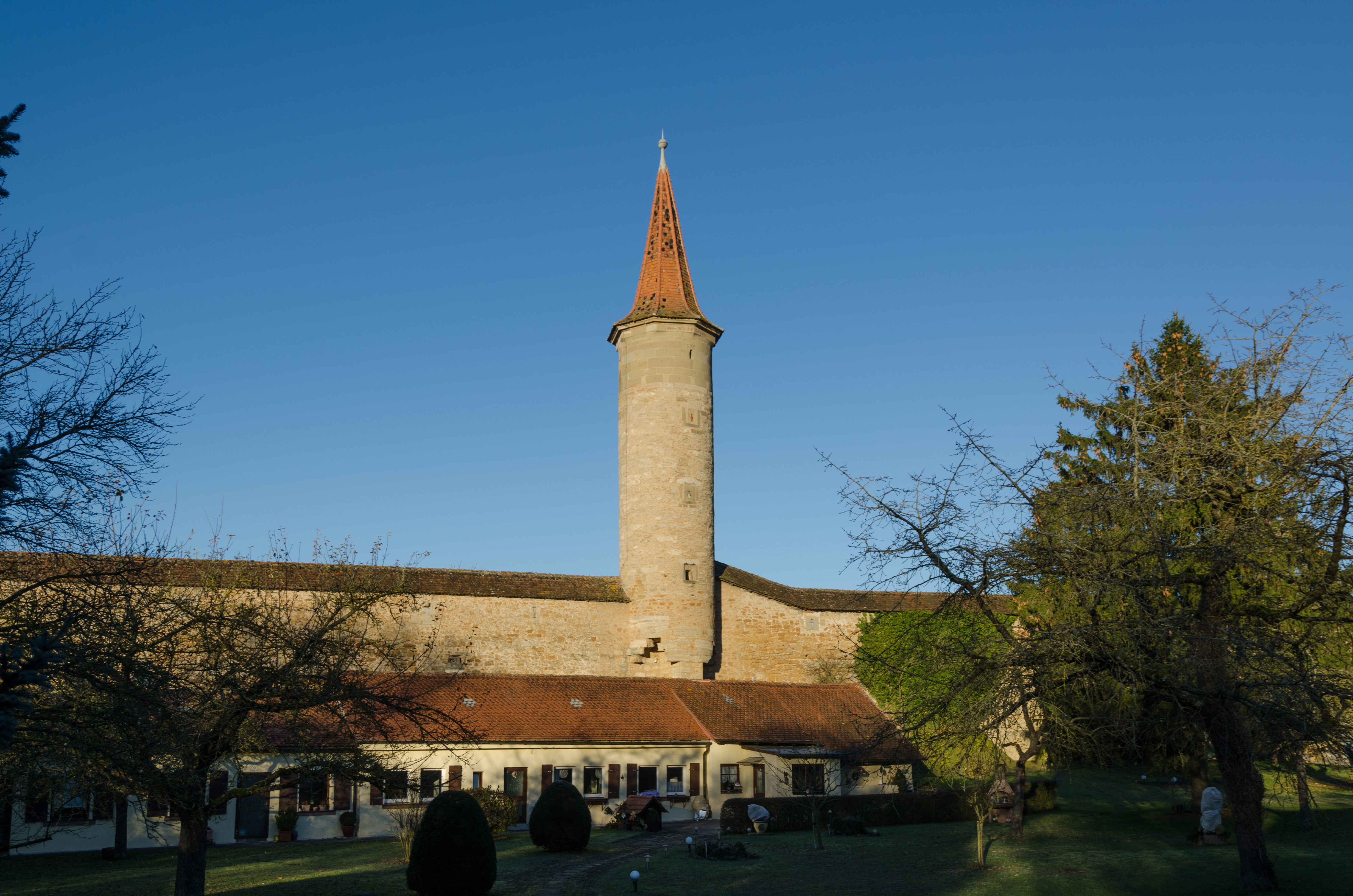
Großer Stern, Feldseite, von Osten weitere Bilder
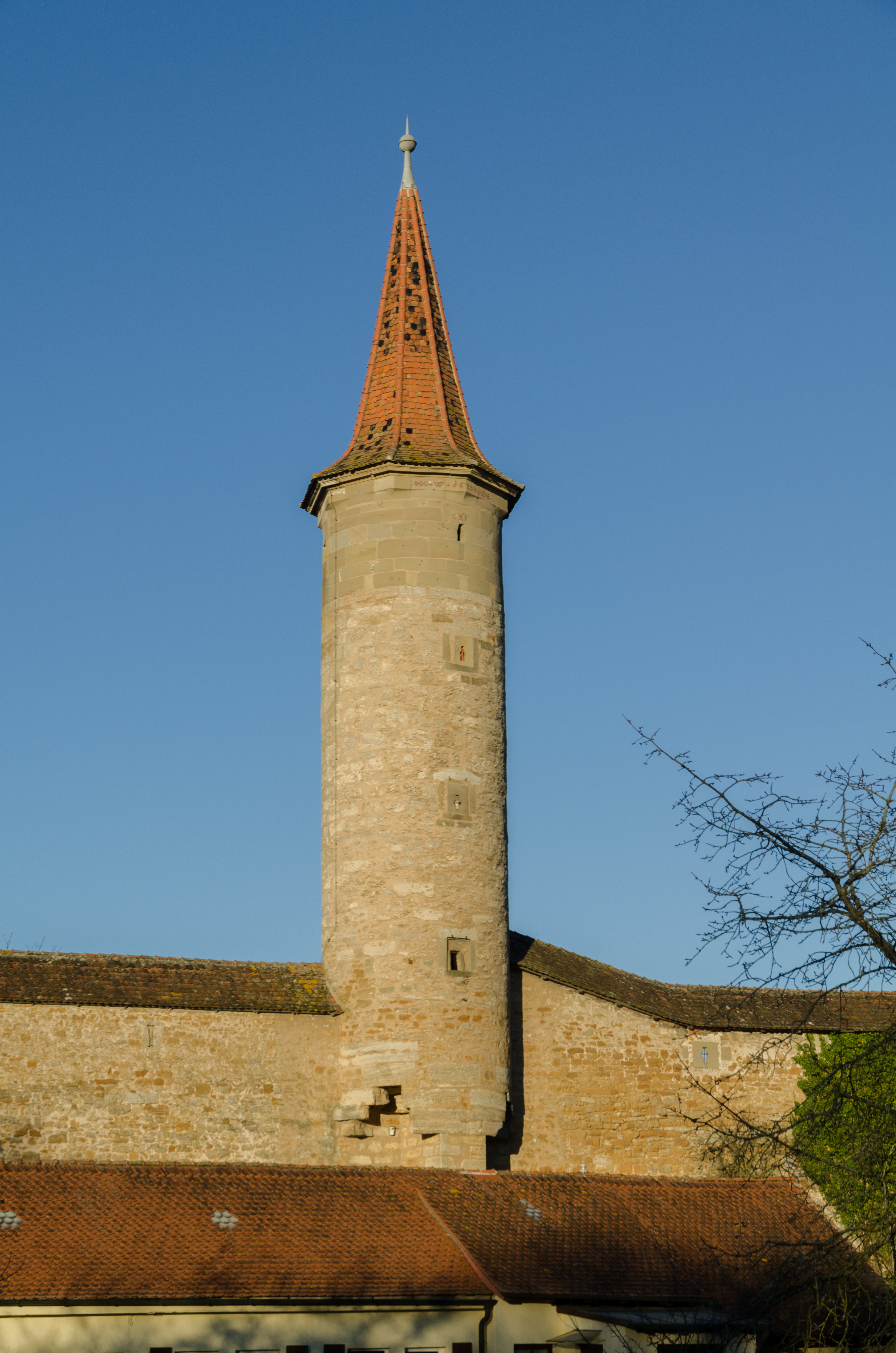
Großer Stern, Feldseite, von Osten weitere Bilder
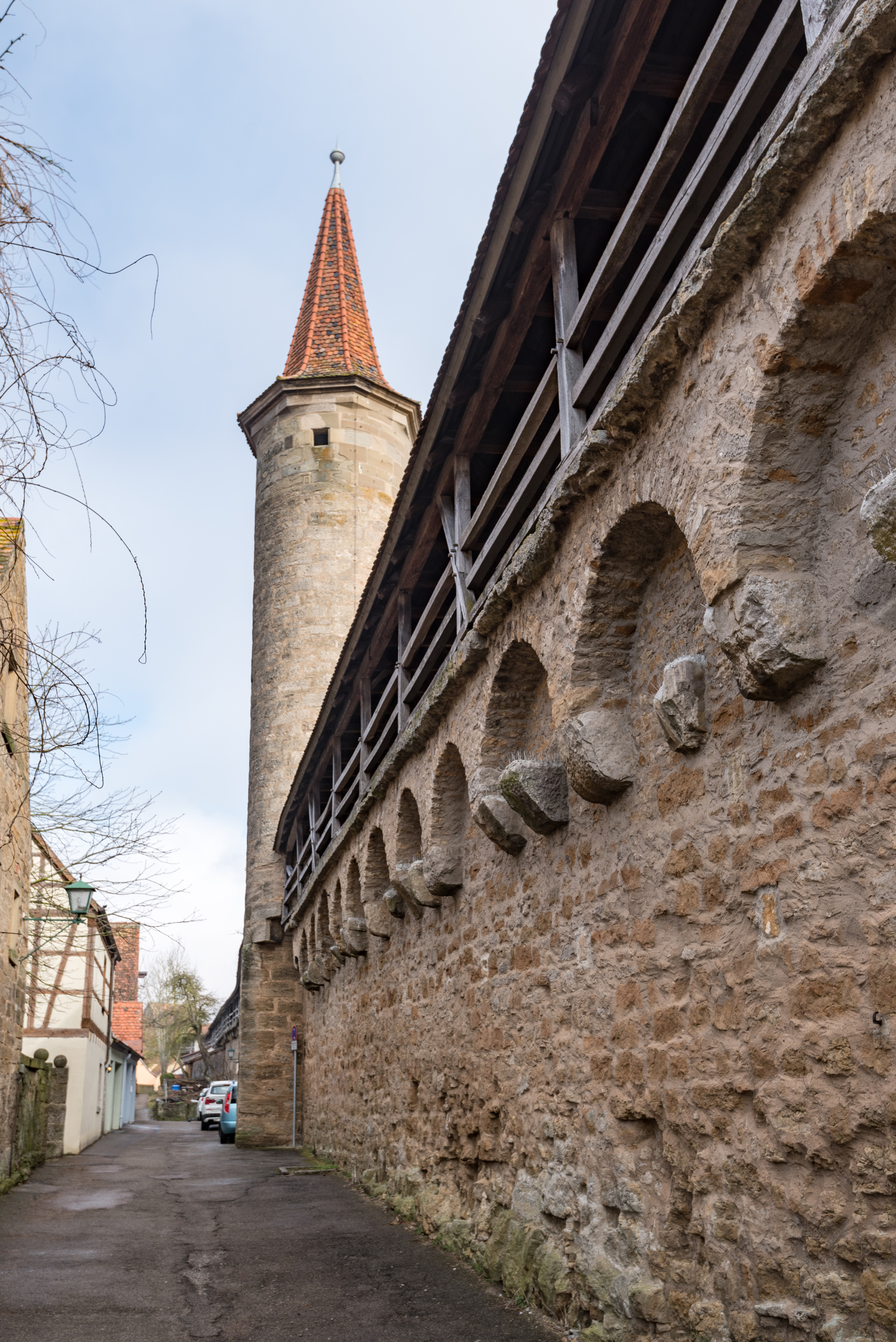
Großer Stern, Stadtseite von Süden weitere Bilder
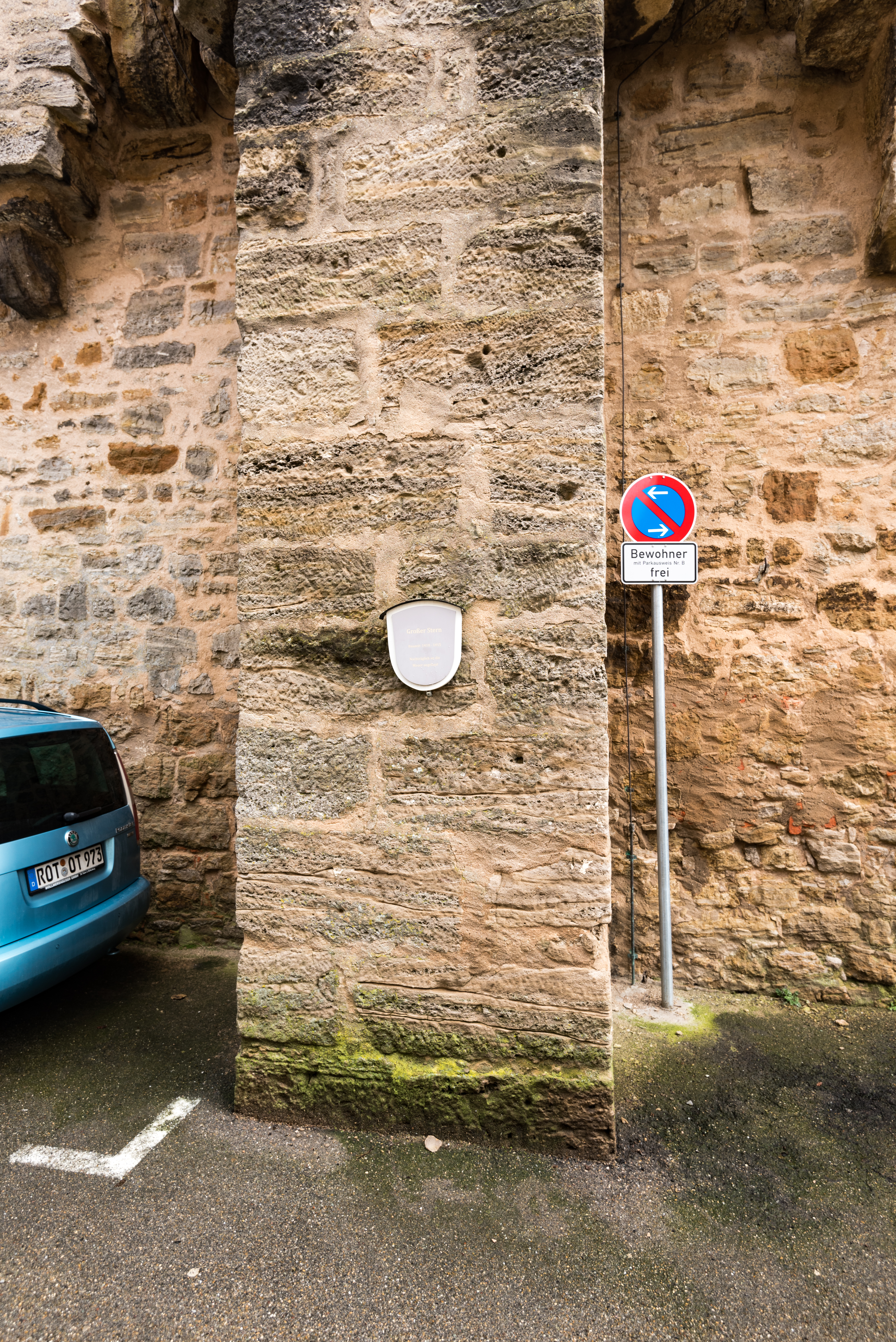
Großer Stern, Stadtseite von Süden weitere Bilder
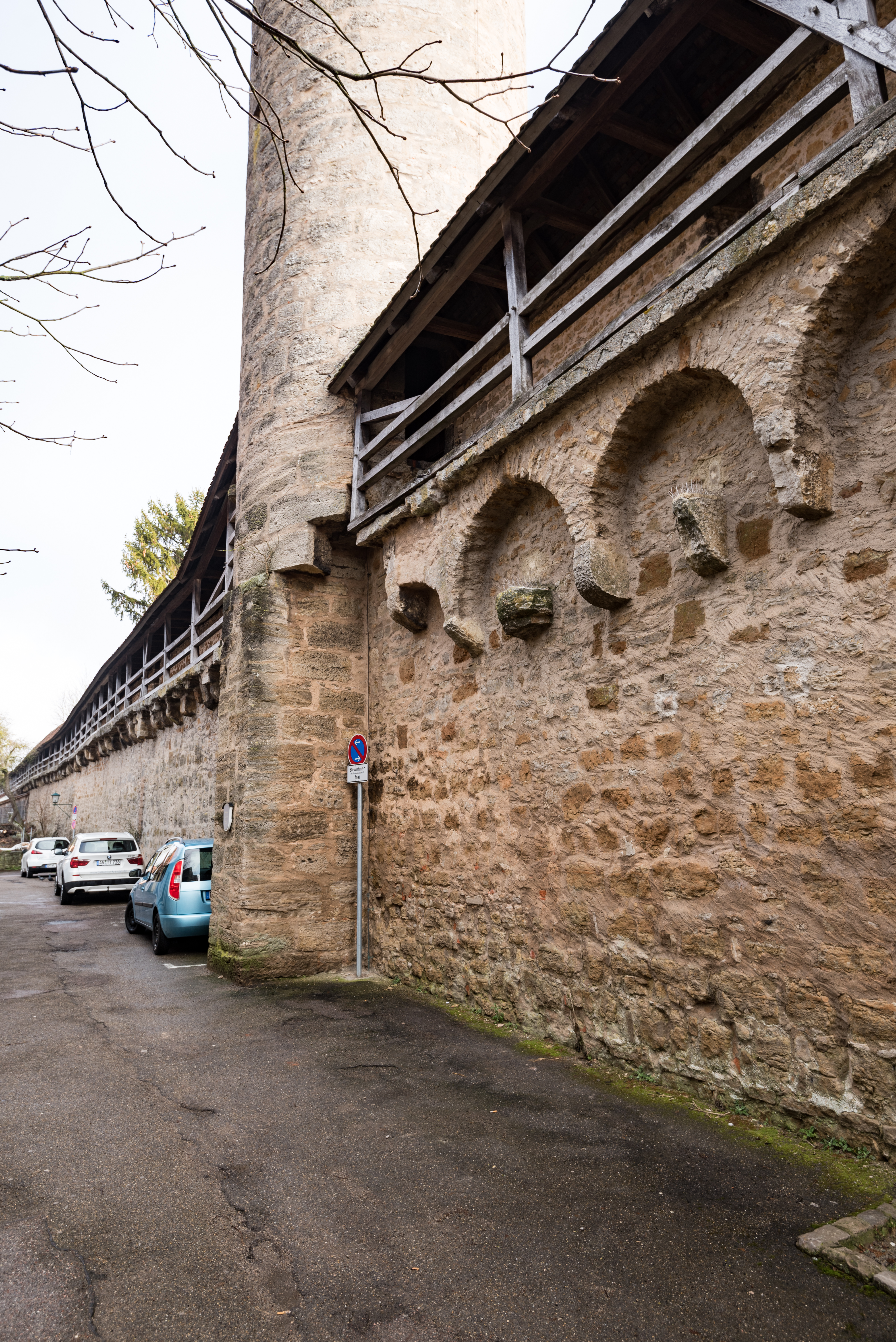
Großer Stern, Stadtseite von Süden weitere Bilder
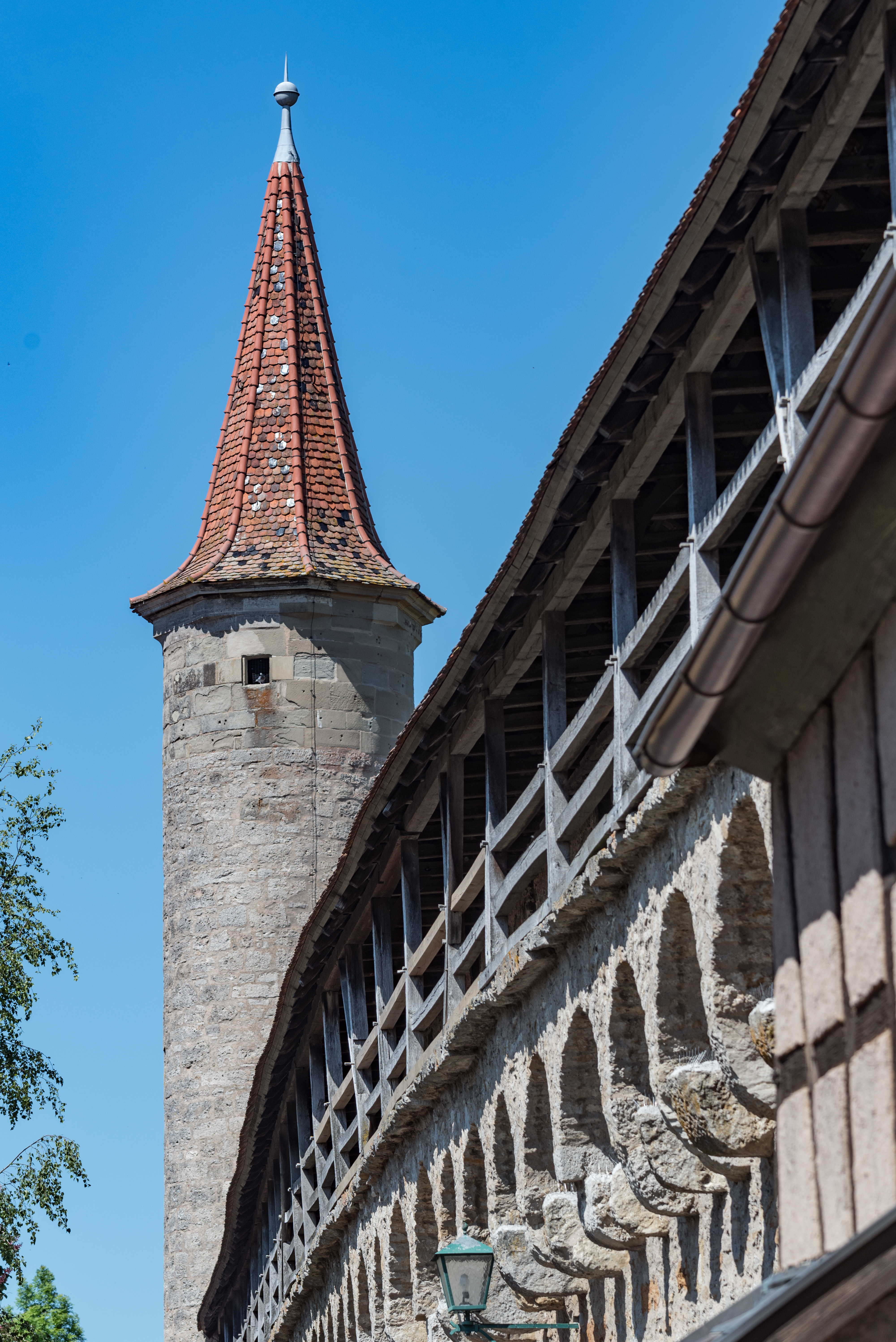
Großer Stern, Stadtseite von Süden weitere Bilder
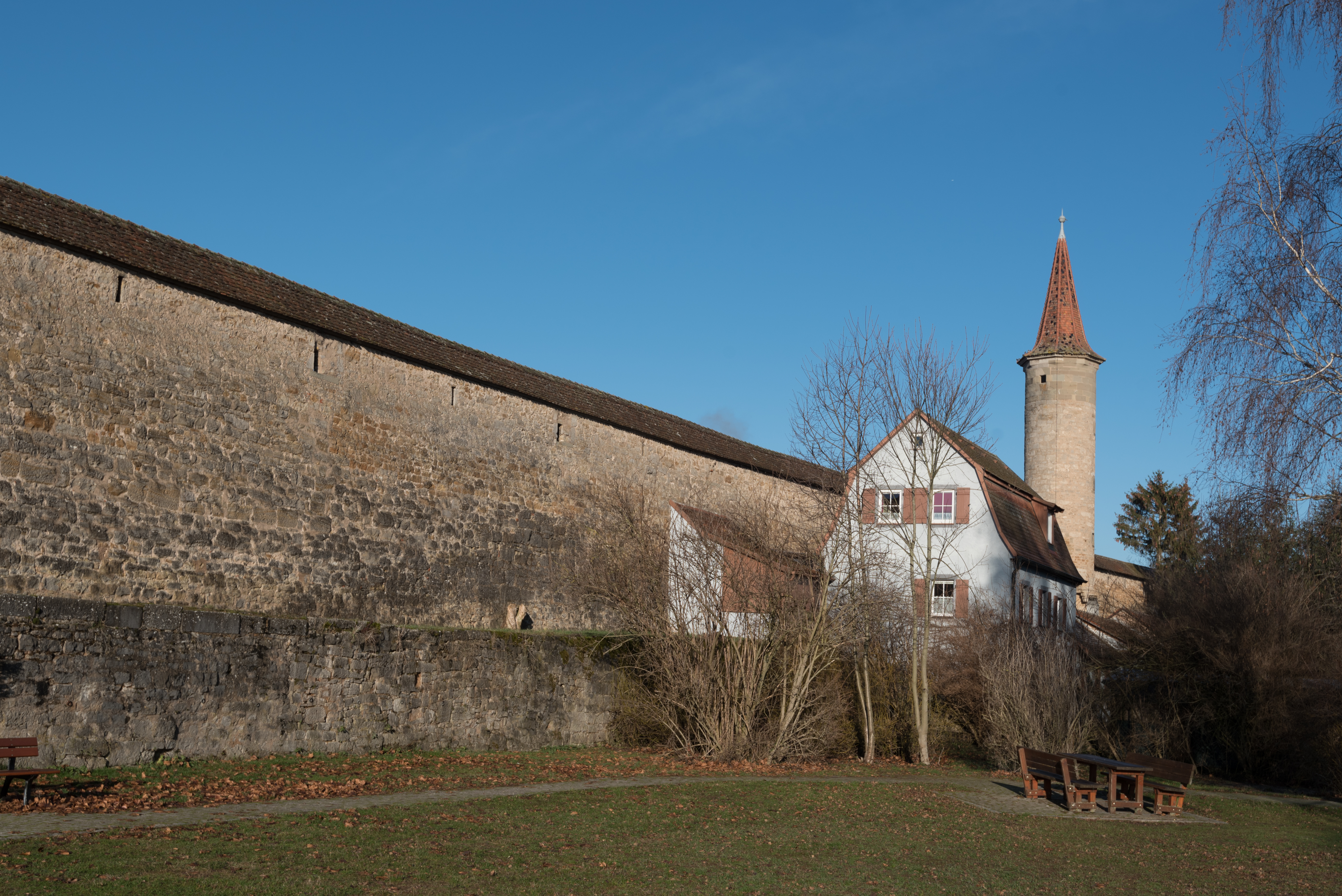
Stadtmauer und Großer Stern, Stadtseite von Süden weitere Bilder
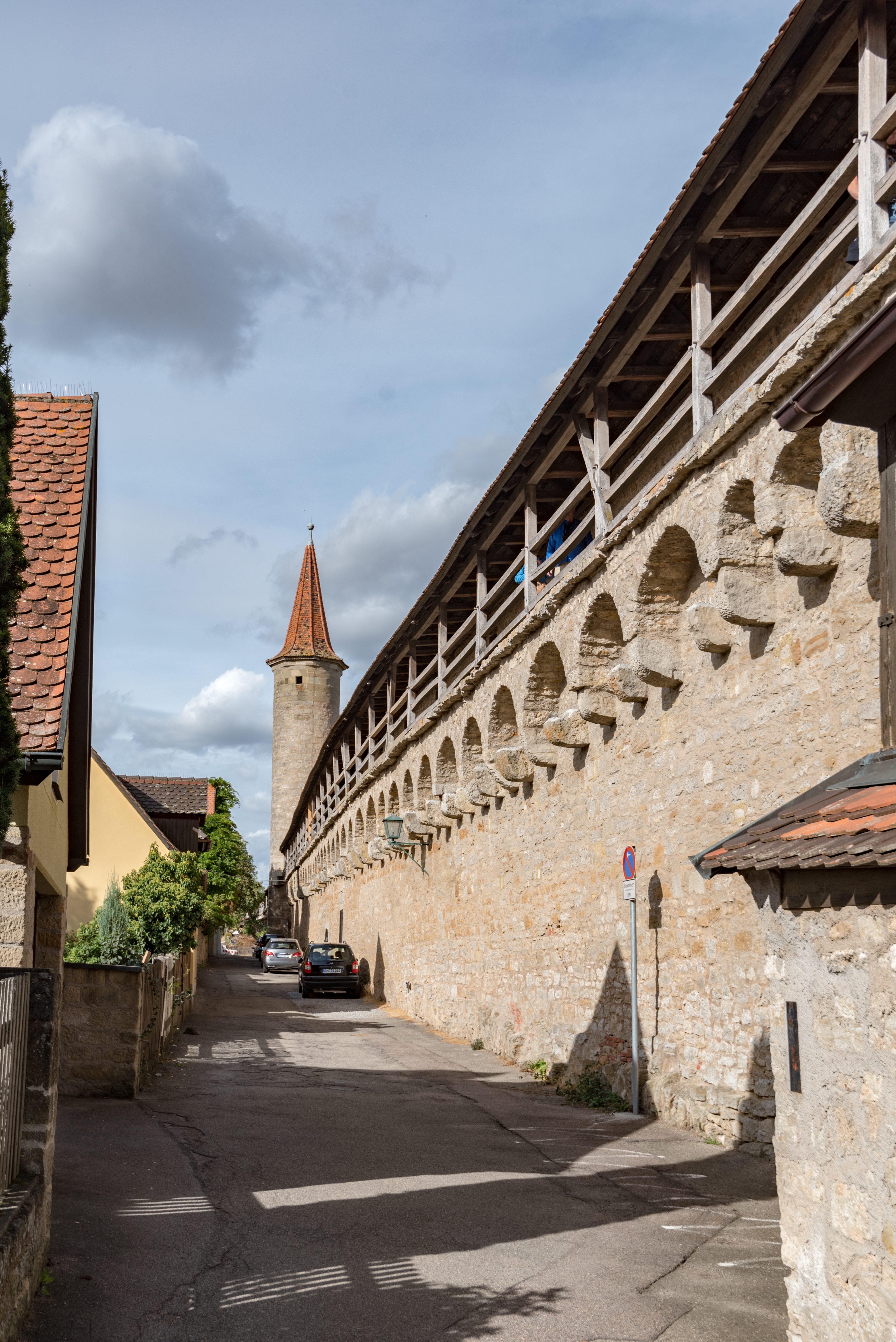
Großer Stern und Stadtmauer von Süden, Stadtseite weitere Bilder
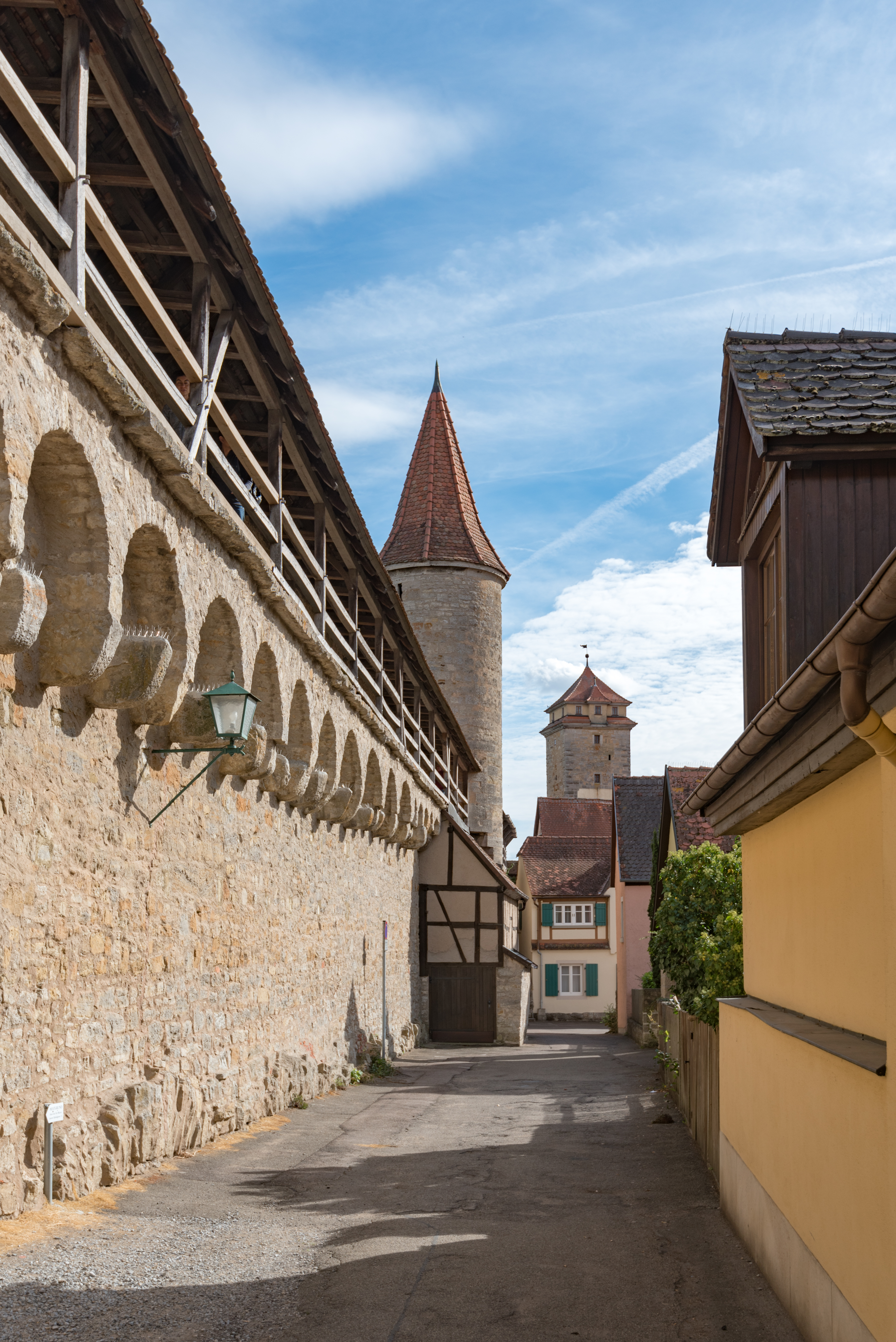
Kleiner Stern und Stadtmauer von Norden, Stadtseite weitere Bilder
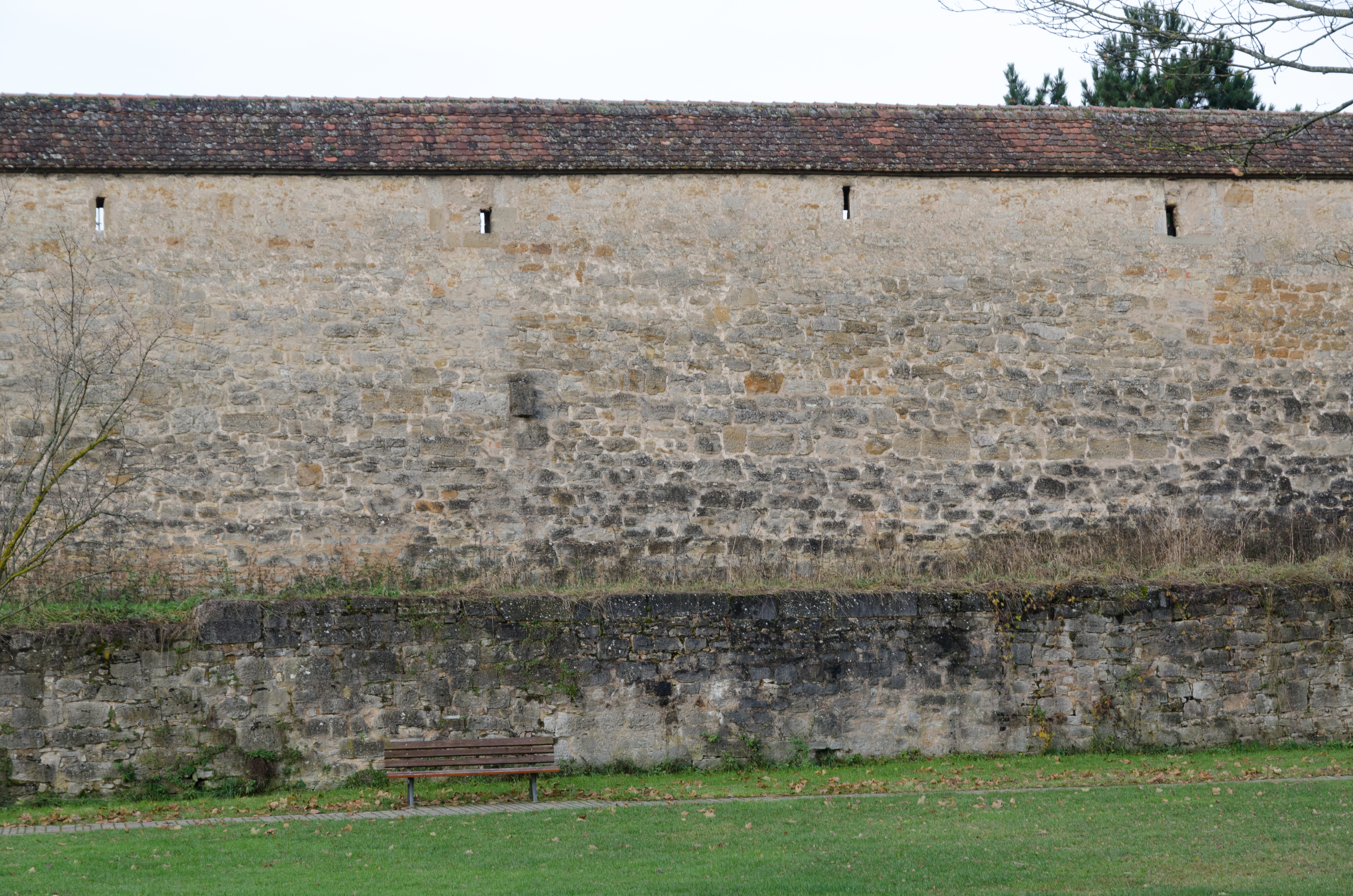
Stadtmauer, nördlich Kleiner Stern, Feldseite, von Osten weitere Bilder
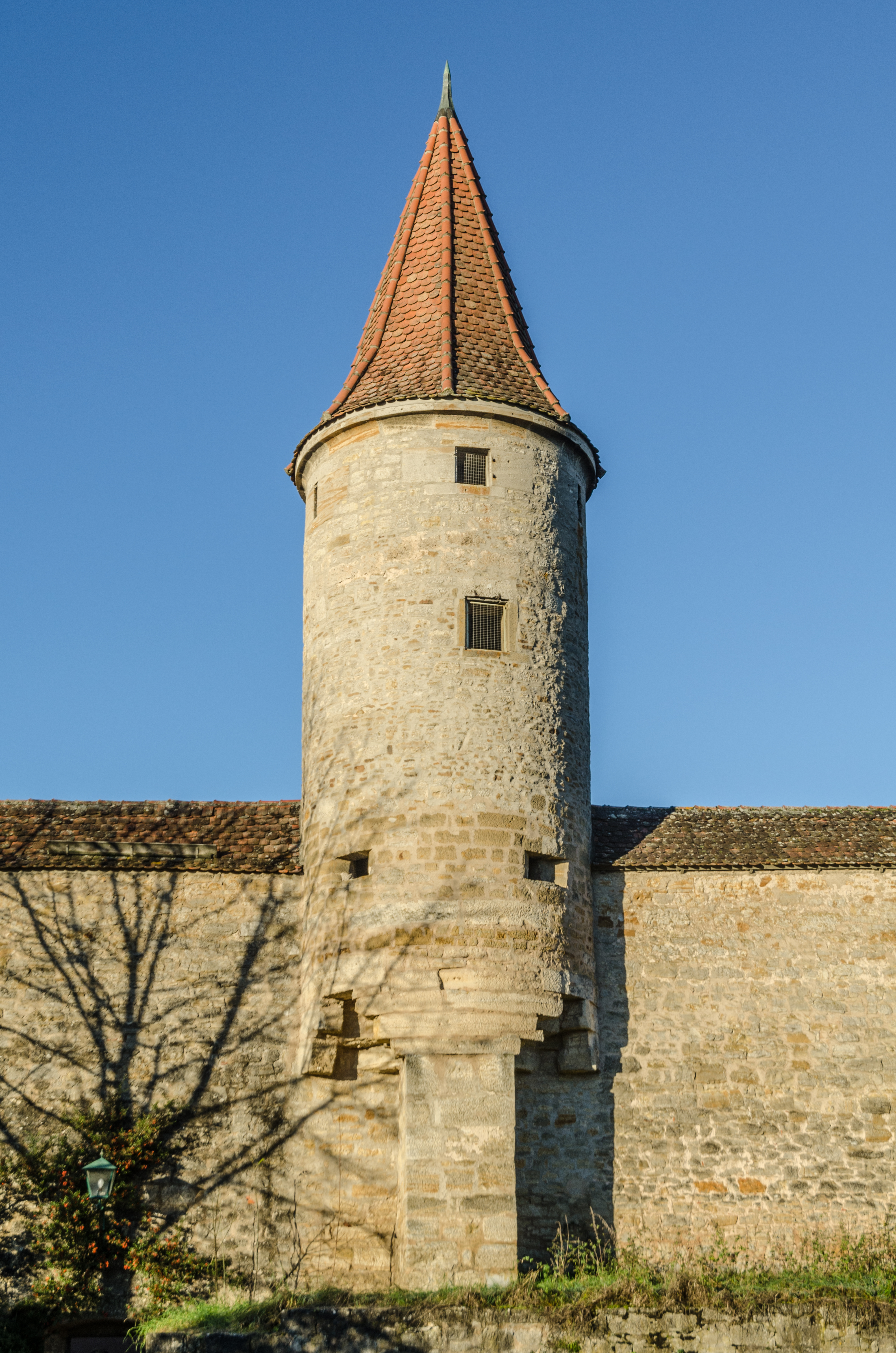
Kleiner Stern weitere Bilder
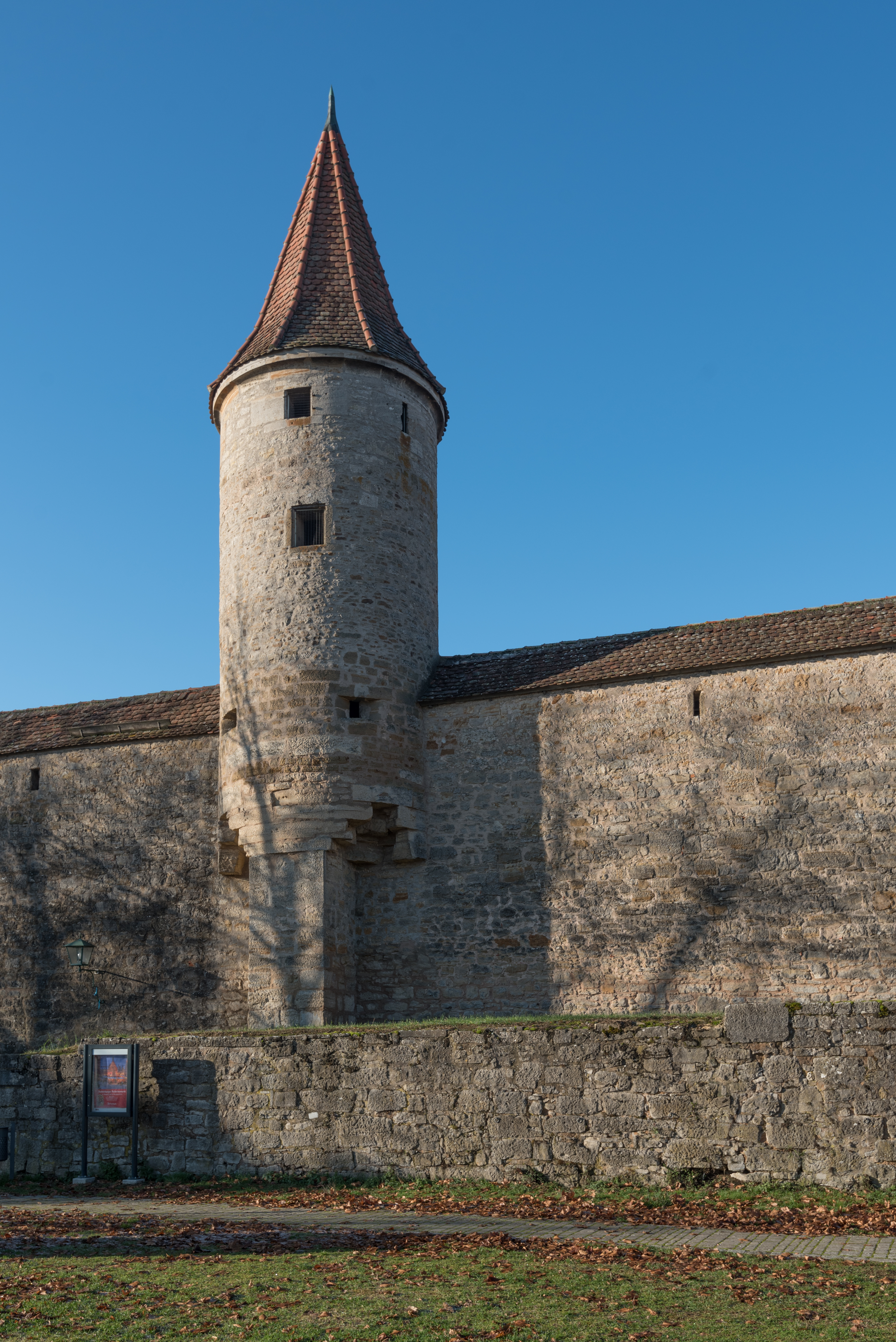
Kleiner Stern, Feldseite, von Osten weitere Bilder
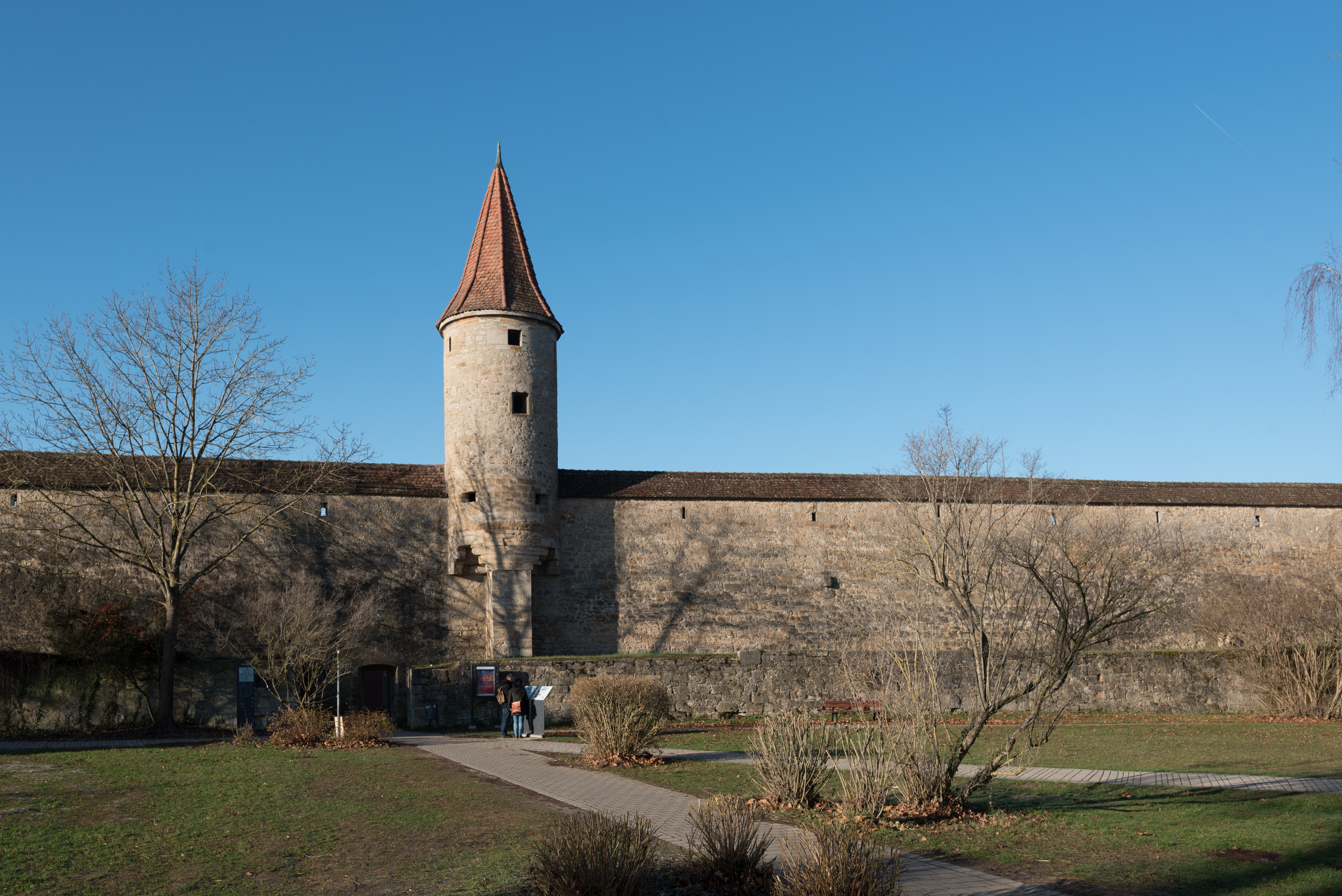
Kleiner Stern, Feldseite, von Osten weitere Bilder
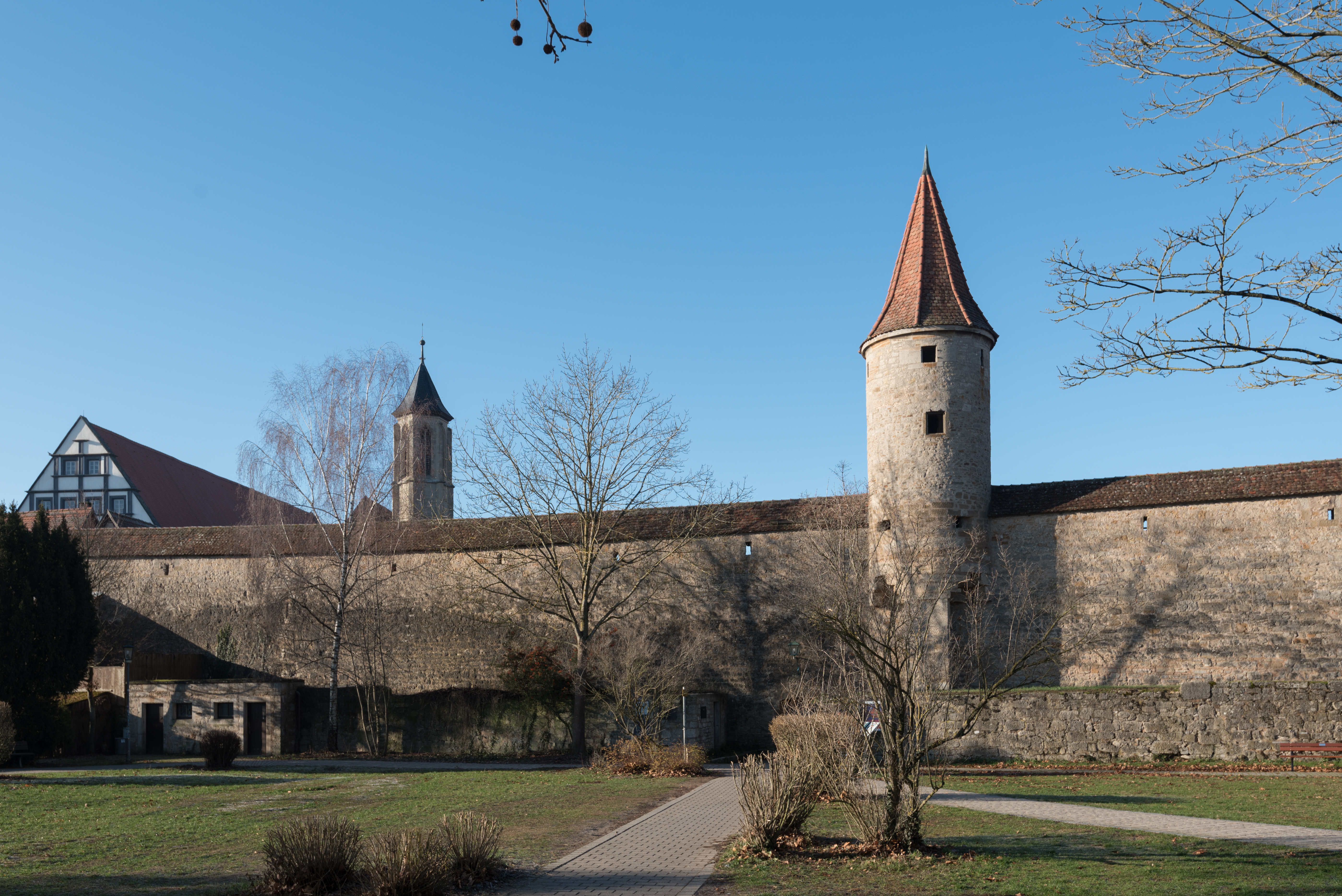
Kleiner Stern, Feldseite, von Osten weitere Bilder
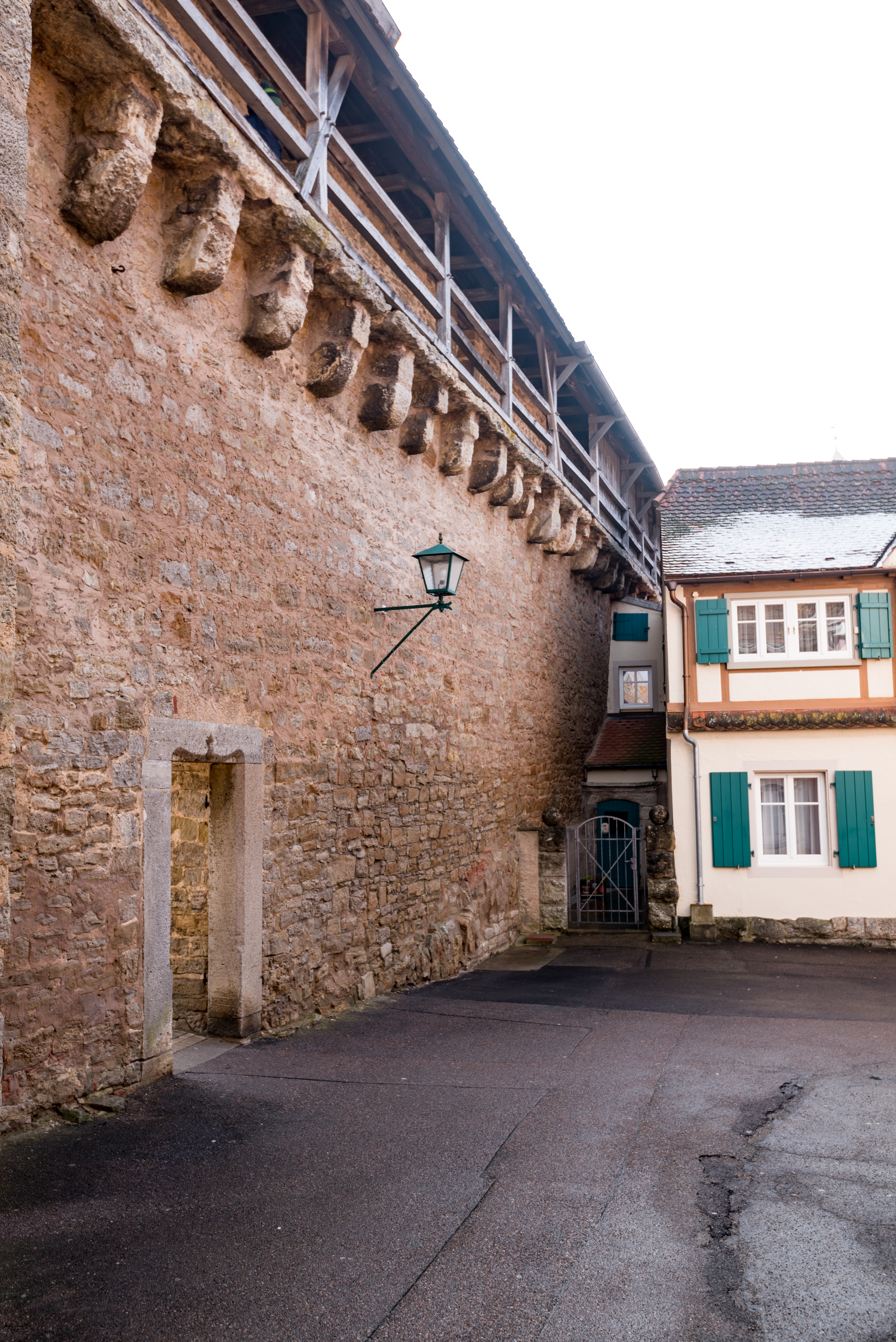
Stadtmauer, Stadtseite südlich Kleiner Stern weitere Bilder
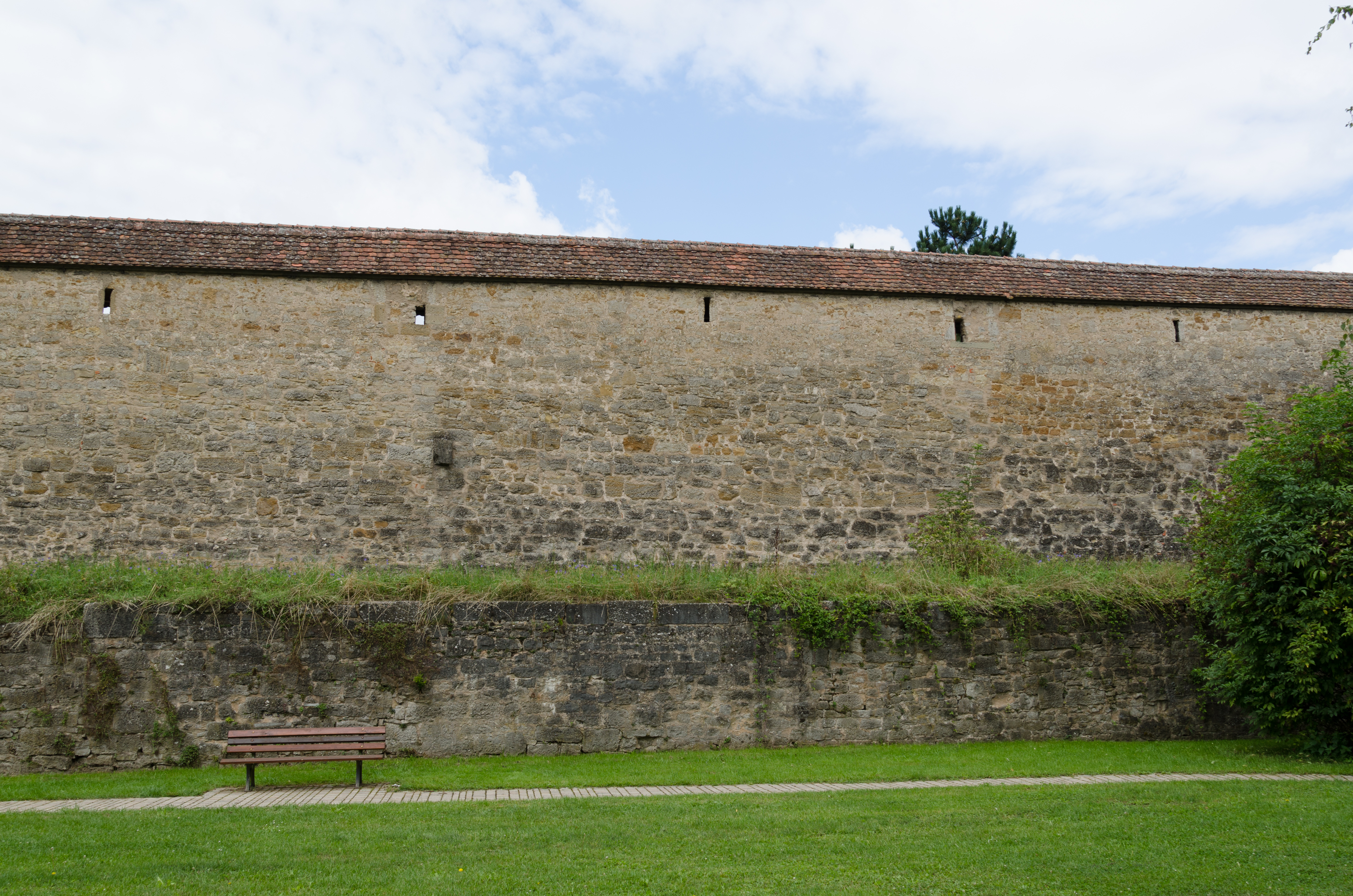
Stadtmauer, Feldseite südlich Kleiner Stern mit Zwingermauer weitere Bilder
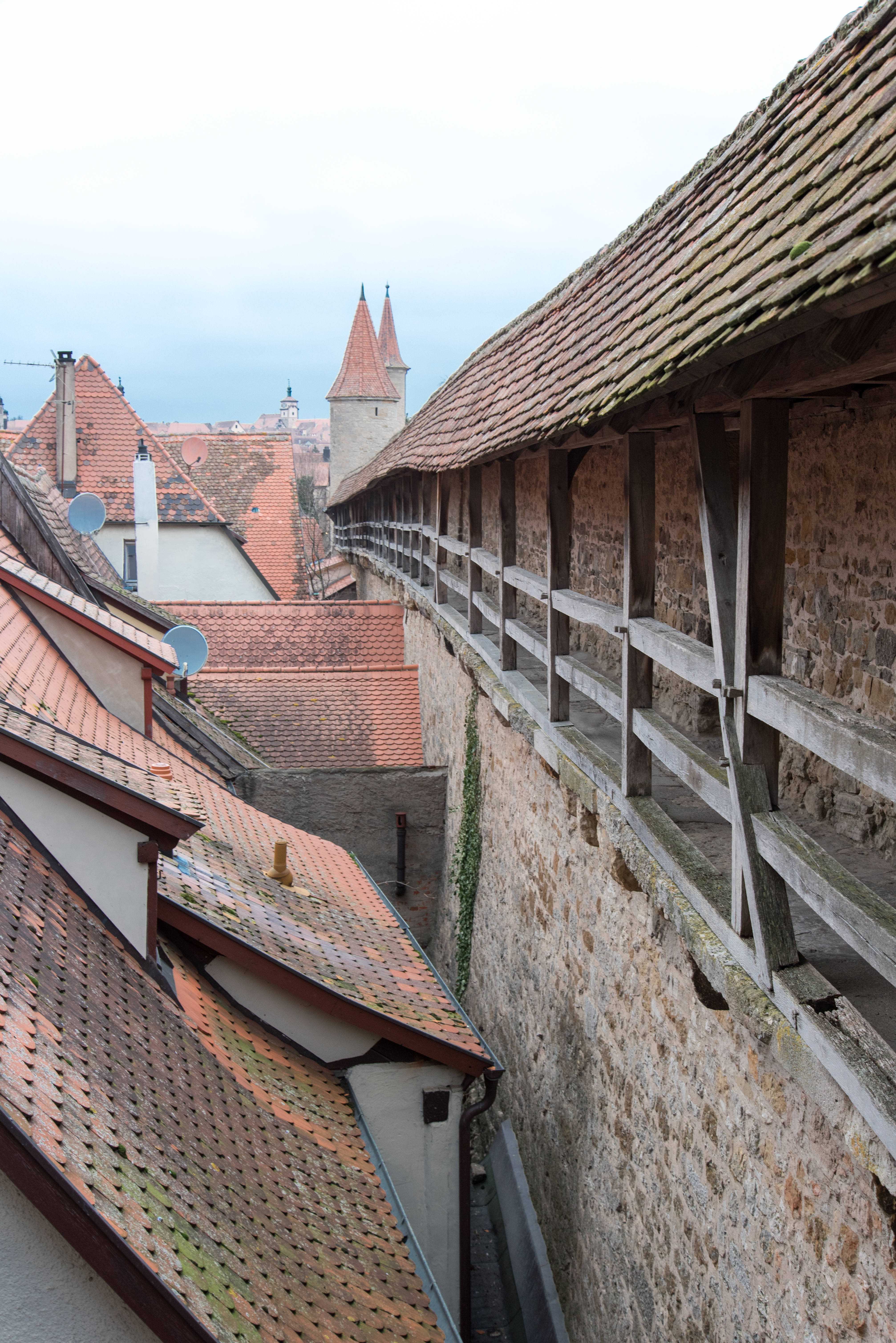
Stadtmauer Stadtseite bei Spitalgasse 41–55 weitere Bilder
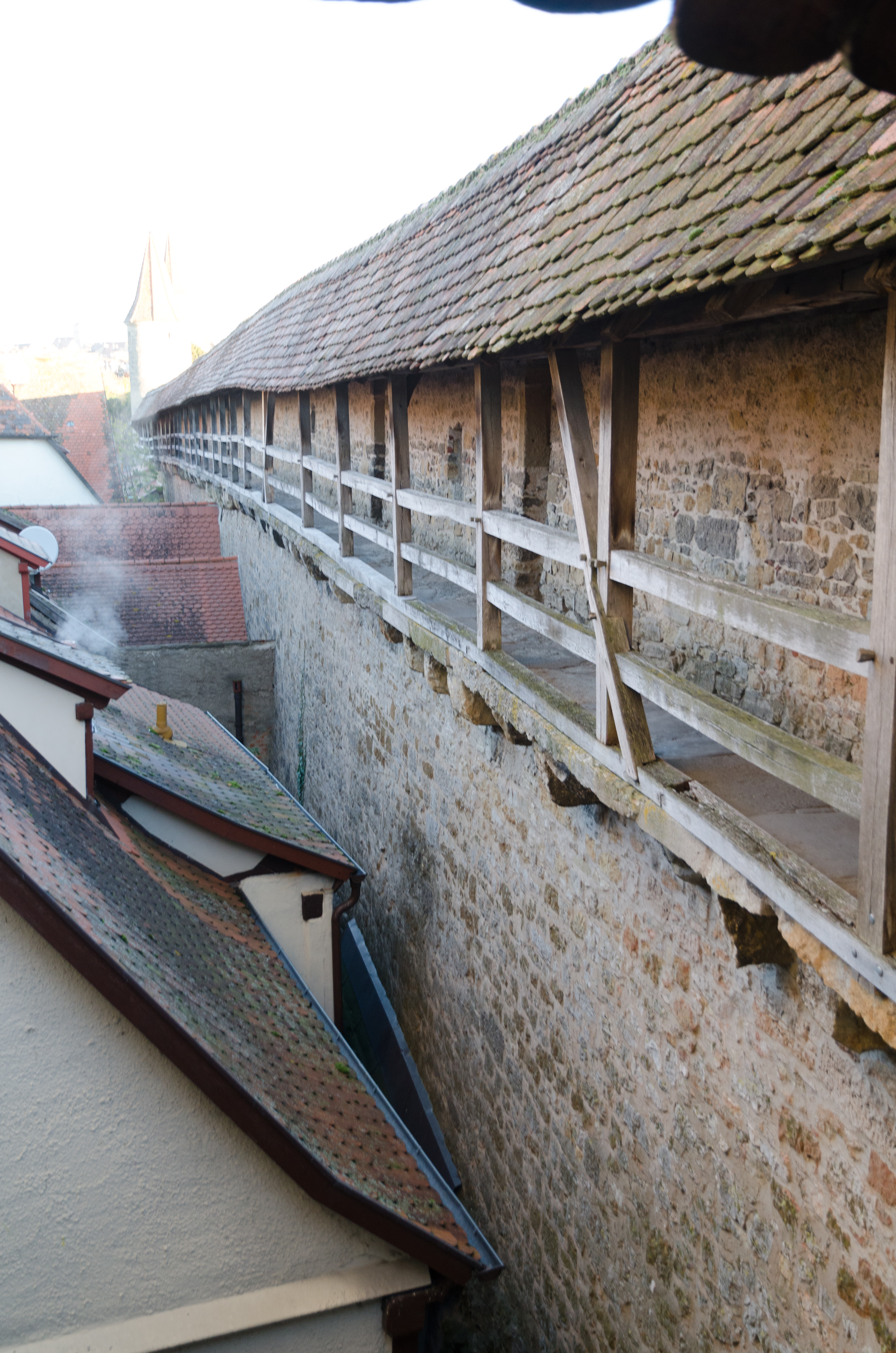
Stadtmauer Stadtseite bei Spitalgasse 41–55 weitere Bilder
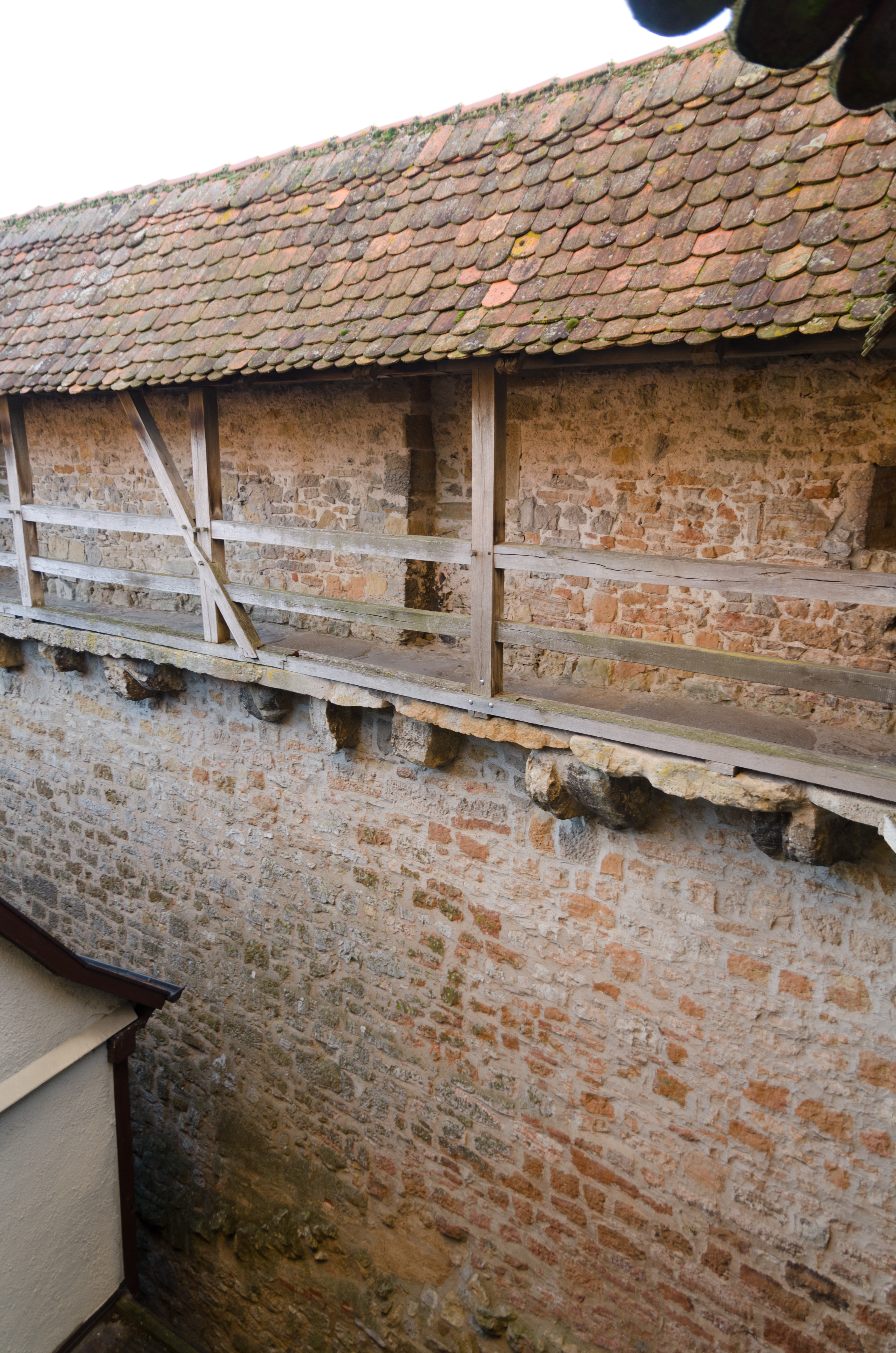
Stadtmauer Stadtseite bei Spitalgasse 41–55 weitere Bilder
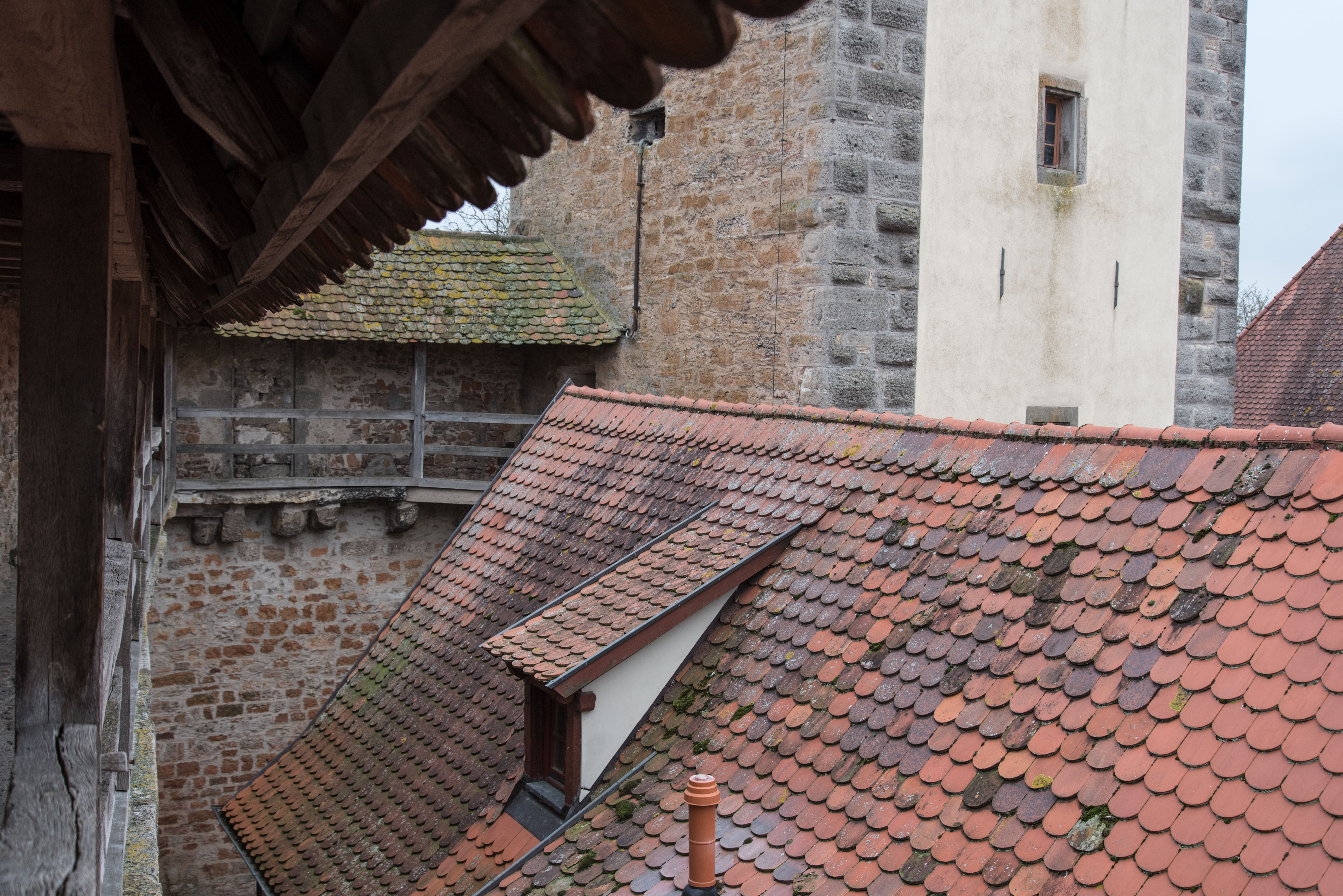
Stadtmauer Stadtseite bei Spitalgasse 55 weitere Bilder
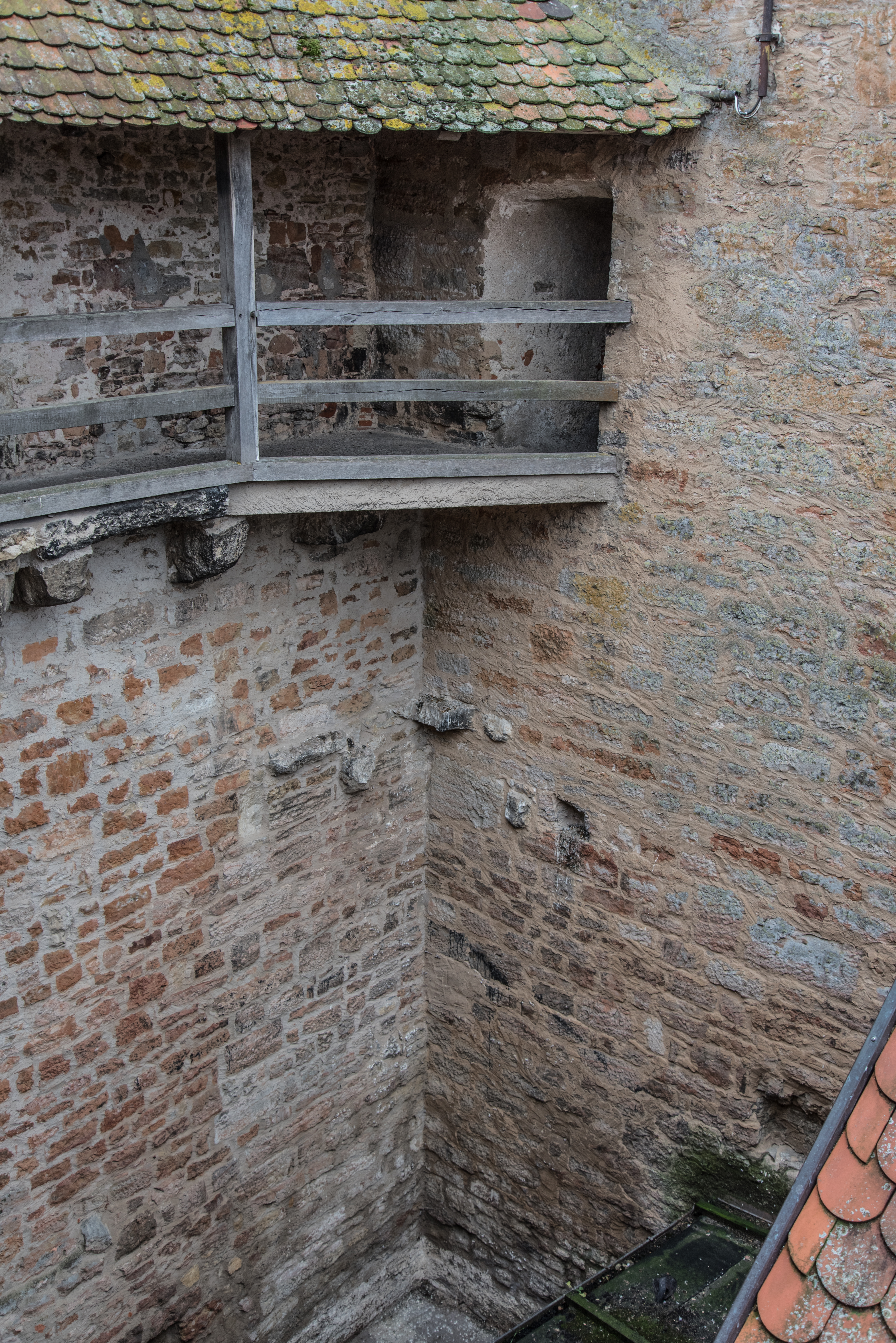
Stadtmauer Stadtseite bei Spitalgasse 55 weitere Bilder

#### Spitaltor
Das sogenannte Spitaltor bzw. die Gebsattlerwacht ist kleine Festungsanlage im Süden der Neustadt. Sie besteht aus mehreren Bauteilen und ist vollständig erhalten.
- Spitalgasse 52: Torturm, sogenannter Äußerer Gebsattlerturm (Lage), sechsgeschossiger Bruchsteinbau mit Rundbogendurchfahrt, letztes Viertel 14. Jahrhundert, Turmabschluss mit Pyramidendach und Fußwalm sowie Flacherker kurz nach Mitte 18. Jahrhundert (D-5-71-193-590)
- Spitalbastei 2: Spitalbastei (Lage), doppelte dreigeschossige Ringbastion um zwei Innenhöfe mit Kasematten, Geschützstellungen und Satteldach, Buckelquader und Werkstein, äußere Durchfahrt mit Basteitor, 1537/43 und 1610/16
- Spitalgasse 52: Ehemaliges Torwärter- und Stadtzollhaus (Lage), kleiner massiver Steildachbau mit flach gedecktem Anbau, bezeichnet „1537“
- Spitalgasse 52: Vortor (Lage), schmaler Riegelbau mit Straßentor und Fußgängerpforte, Haustein, bezeichnet „1586“
- Spitalgasse 52: Brücke, ehemalige Zugbrücke (Lage), als Holzkonstruktion, 16. Jahrhundert, durch Stein ersetzt zweite Hälfte 18. Jahrhundert
- Spitalgasse 52: Basteigraben mit Zwinger (Lage), von hohen Stützmauern eingefasster Verteidigungsgraben, 15. Jahrhundert, Mauern teilweise erneuert nach 1667

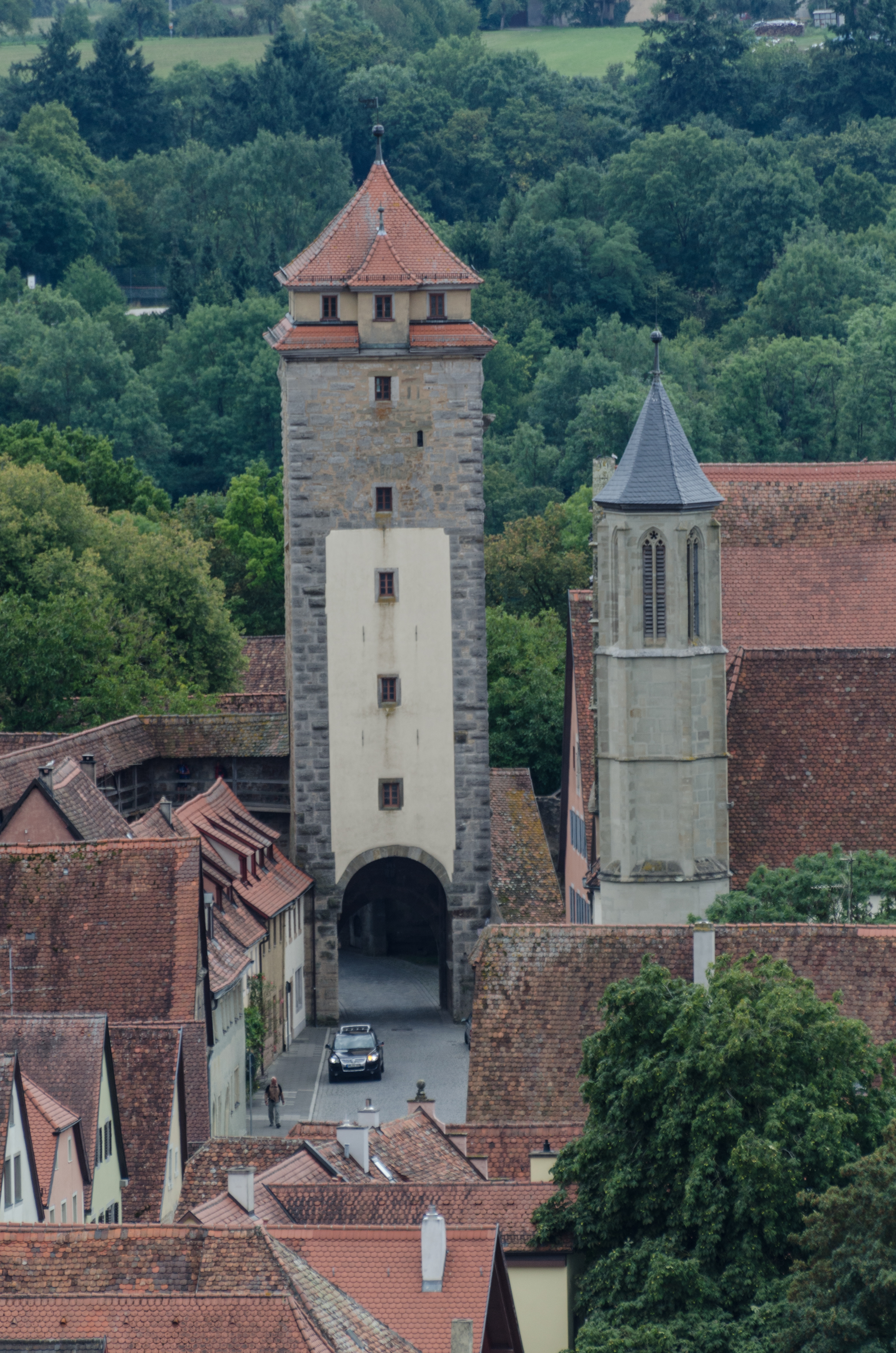
Spitaltorturm, Stadtseite, vom Rathausturm weitere Bilder
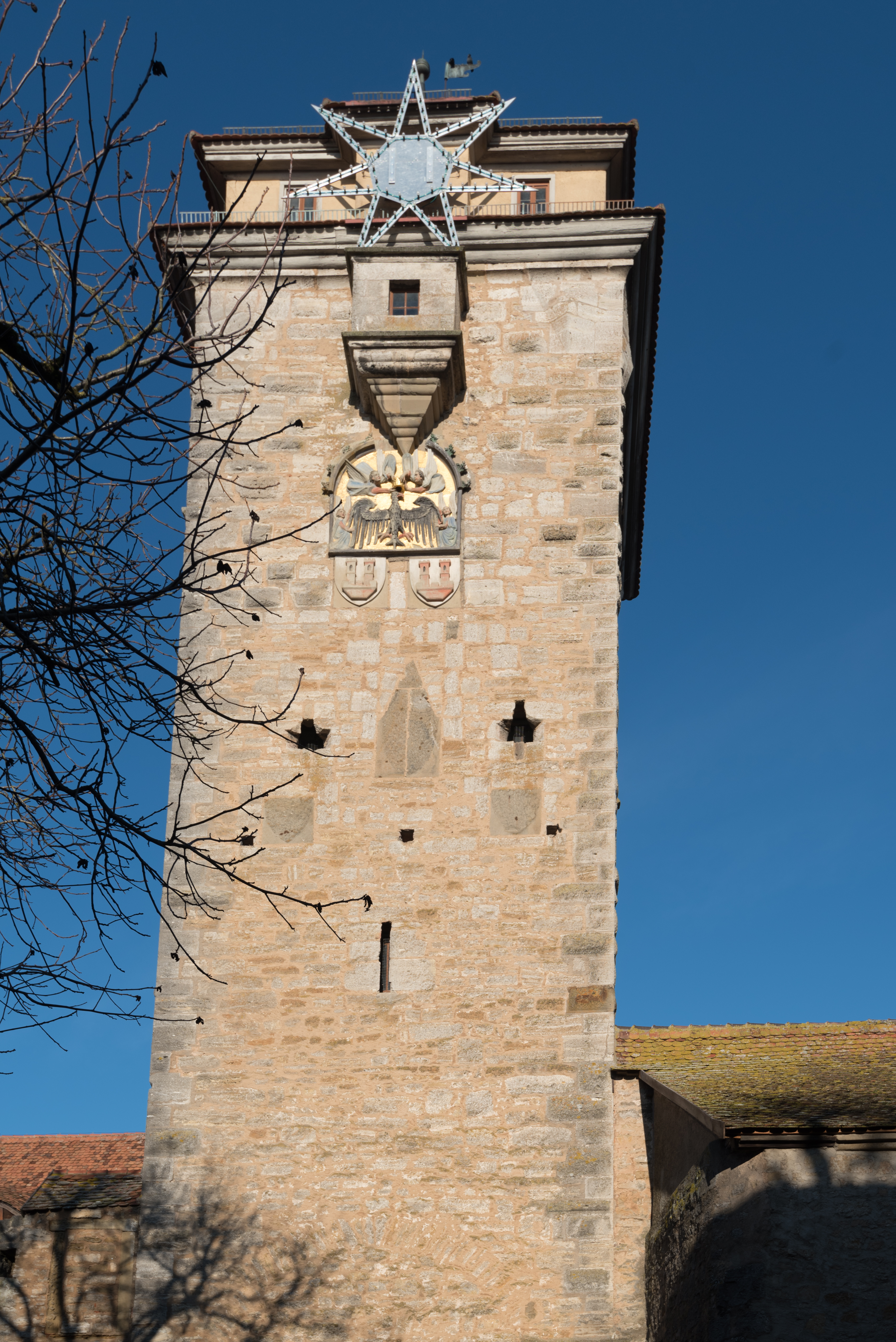
Spitaltorturm, Feldseite weitere Bilder
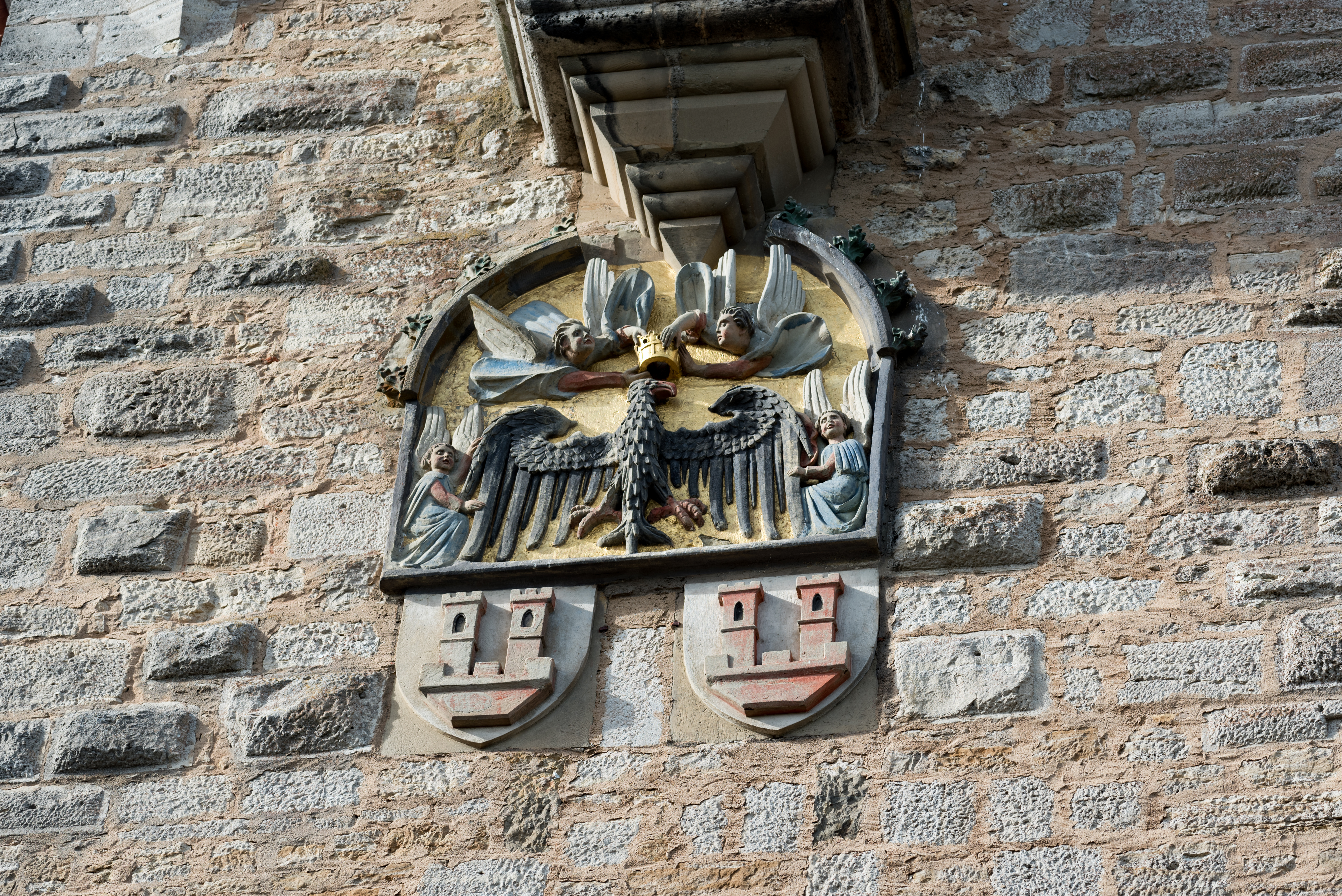
Spitaltorturm, Wappen, Feldseite weitere Bilder
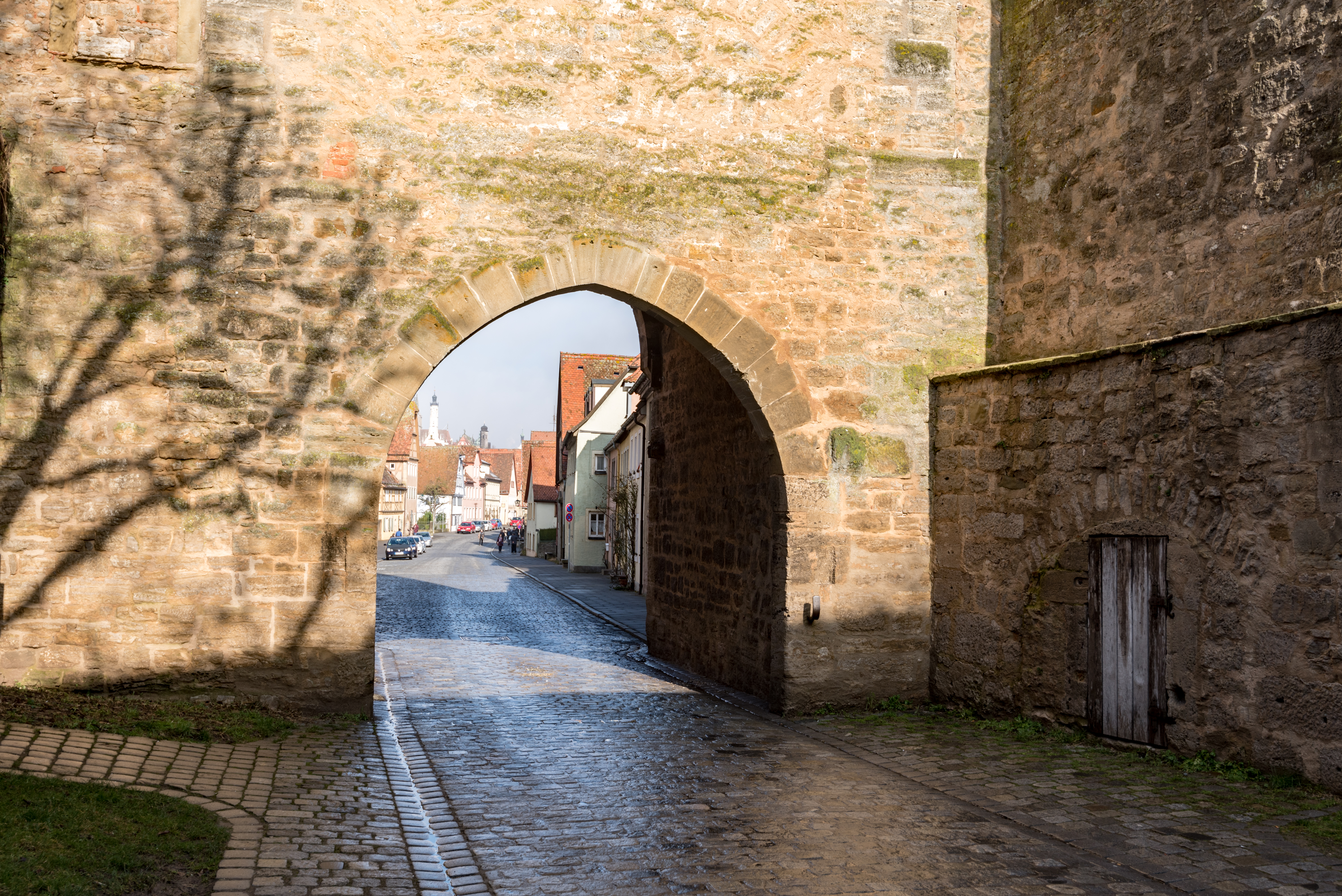
Spitaltorturm, Durchfahrt, von Süden weitere Bilder
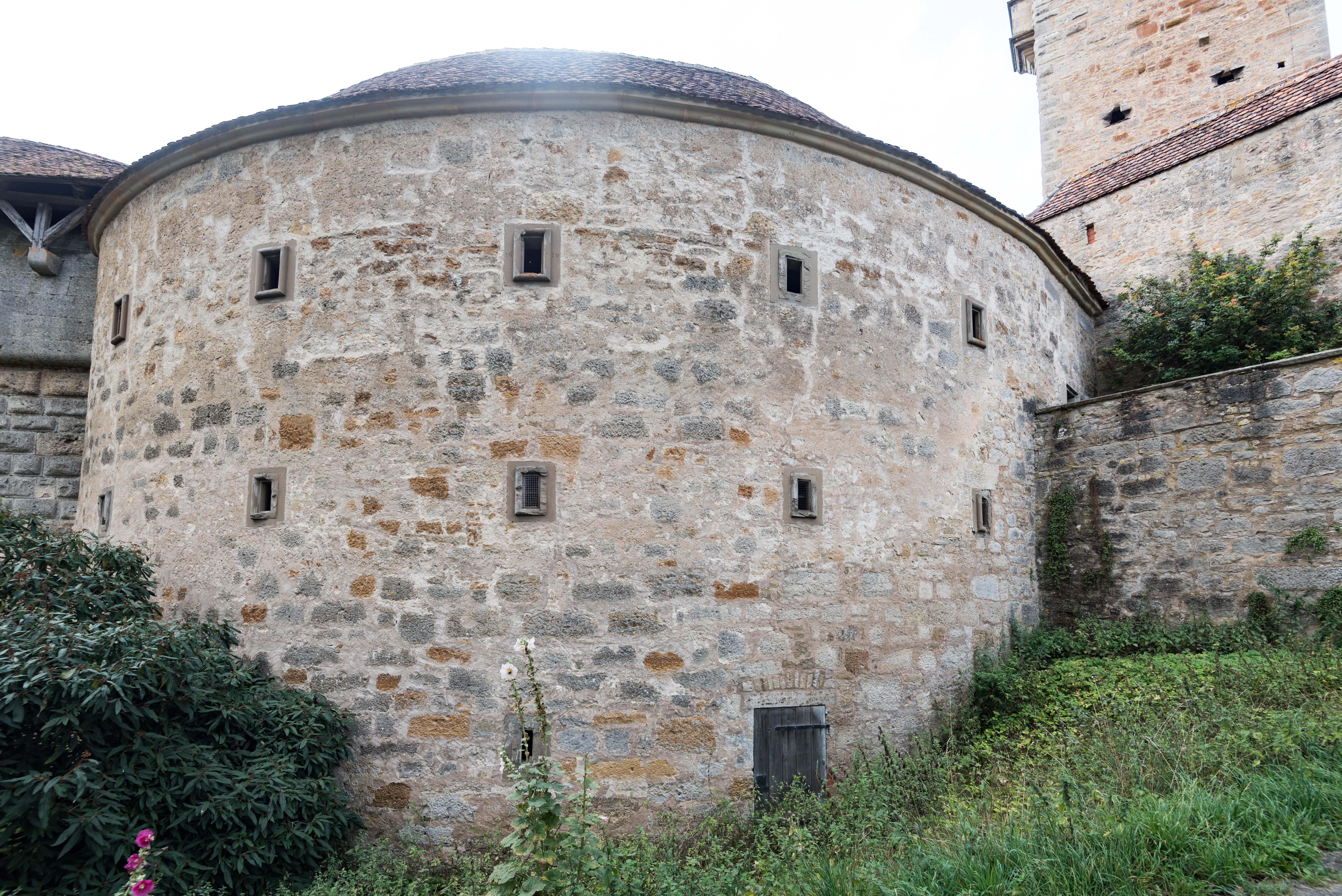
Spitalbastei, von Osten weitere Bilder
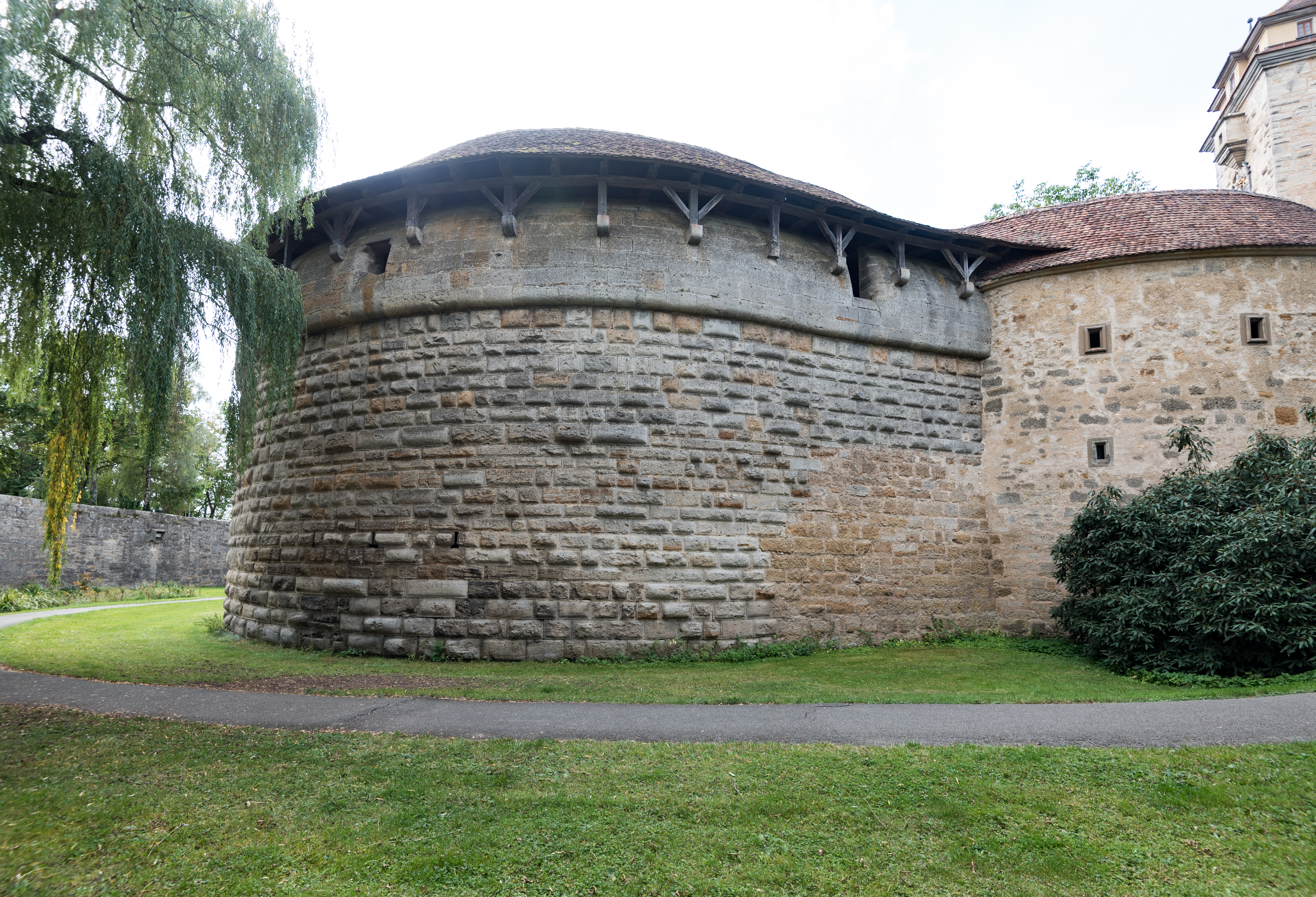
Spitalbastei, von Osten weitere Bilder
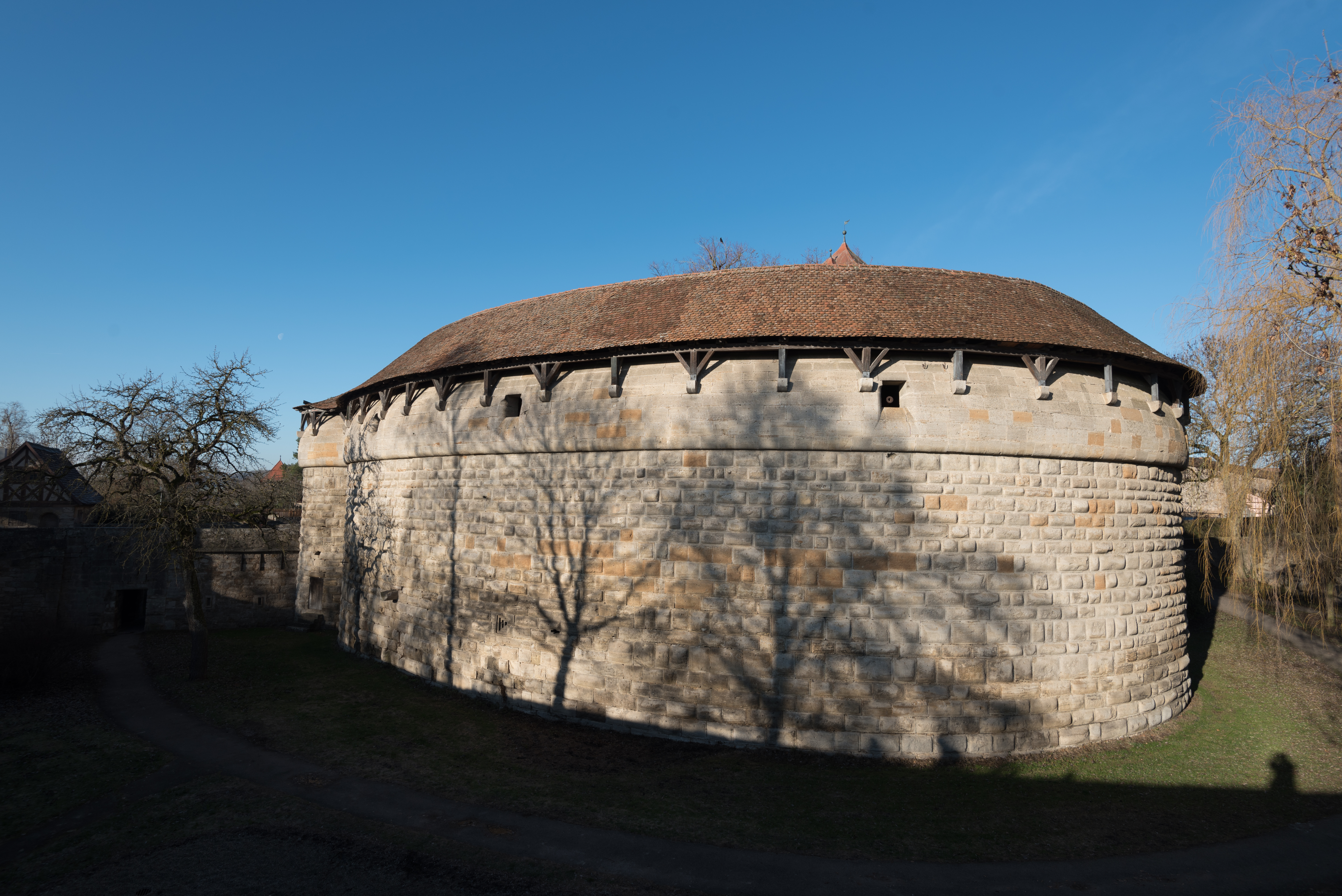
Spitalbastei, von Südosten weitere Bilder
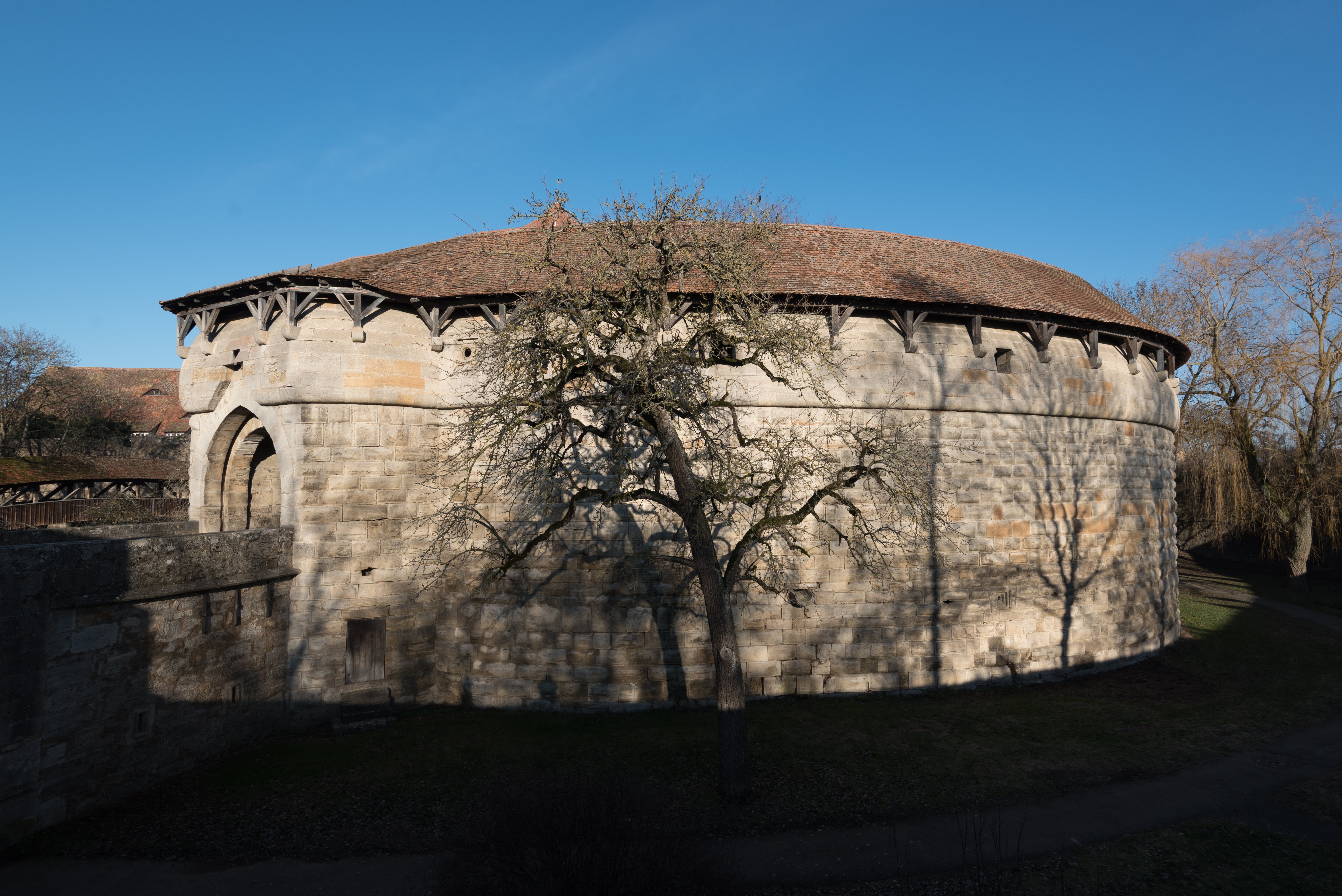
Spitalbastei, von Süden weitere Bilder
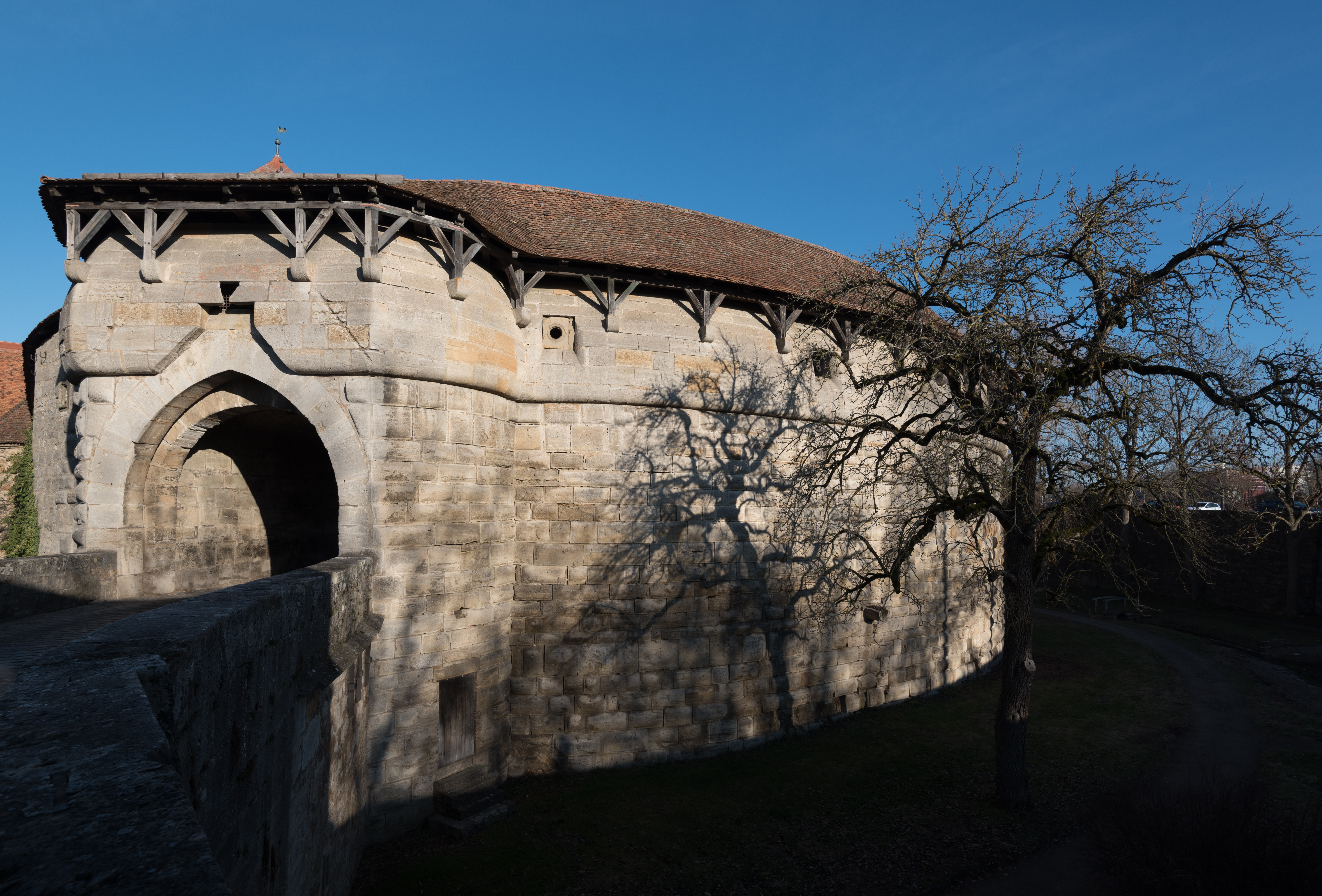
Spitalbastei, von Süden weitere Bilder
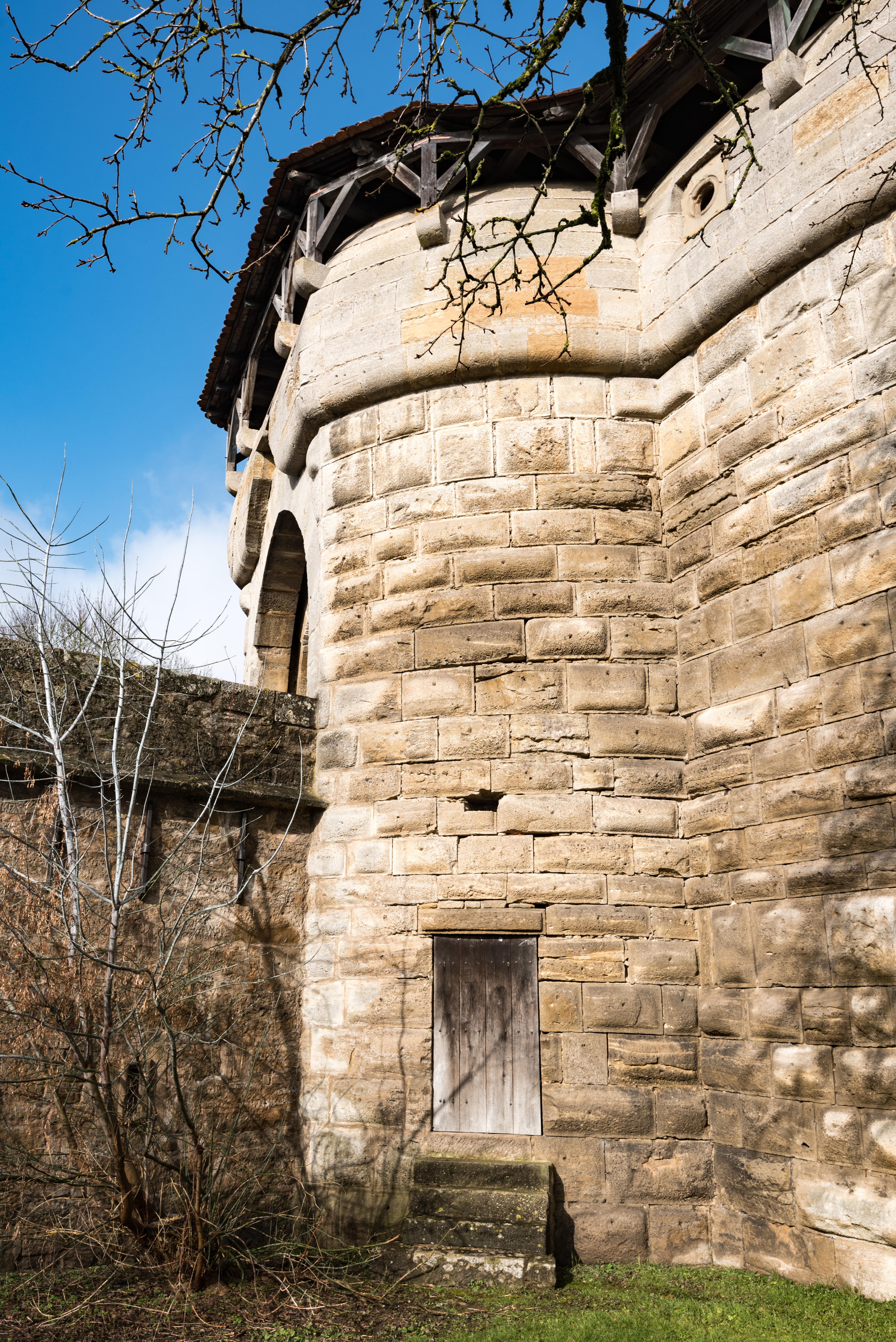
Spitalbastei, Durchfahrt, von Osten weitere Bilder
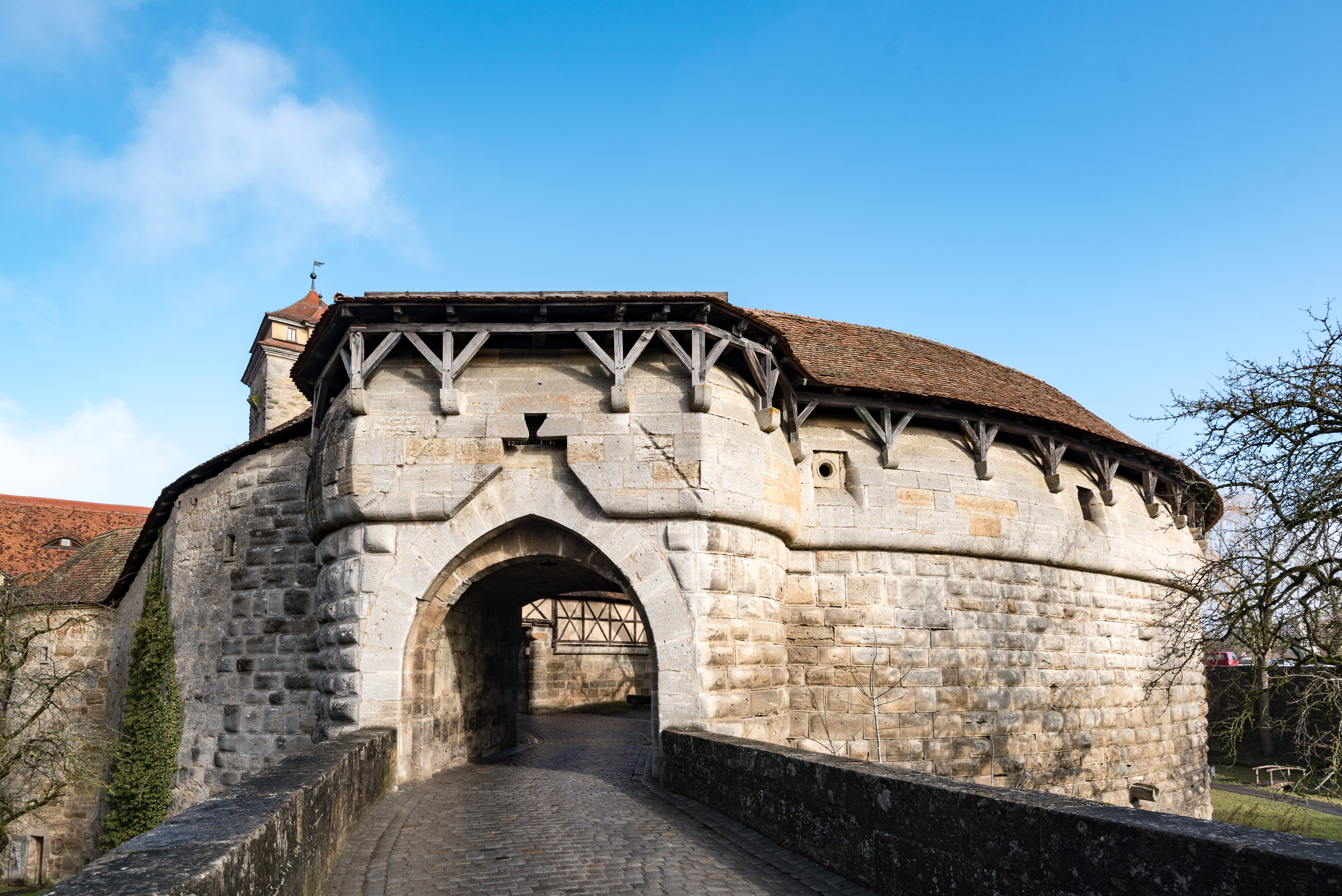
Spitalbastei, von Süden weitere Bilder
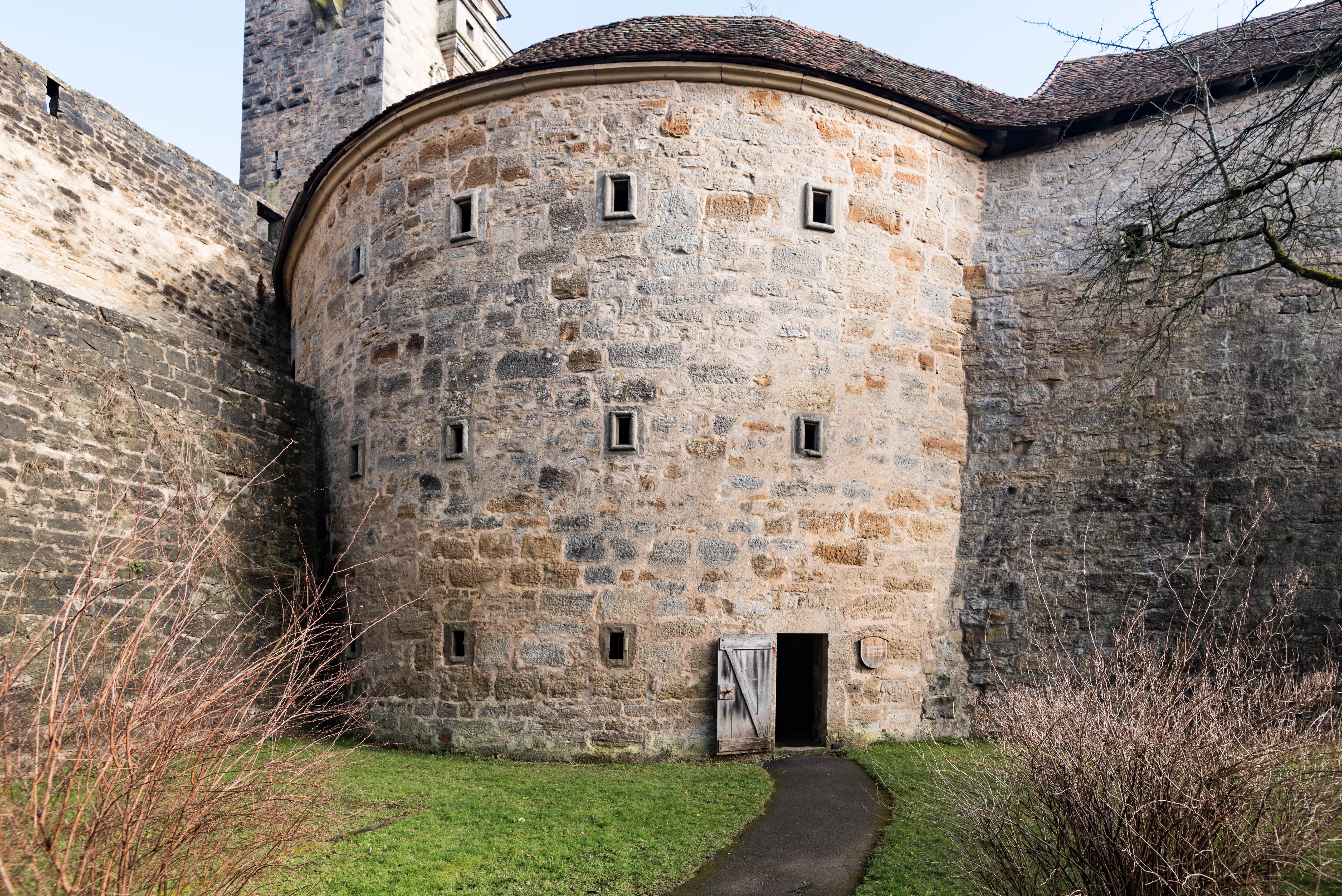
Spitalbastei, von Südwesten weitere Bilder
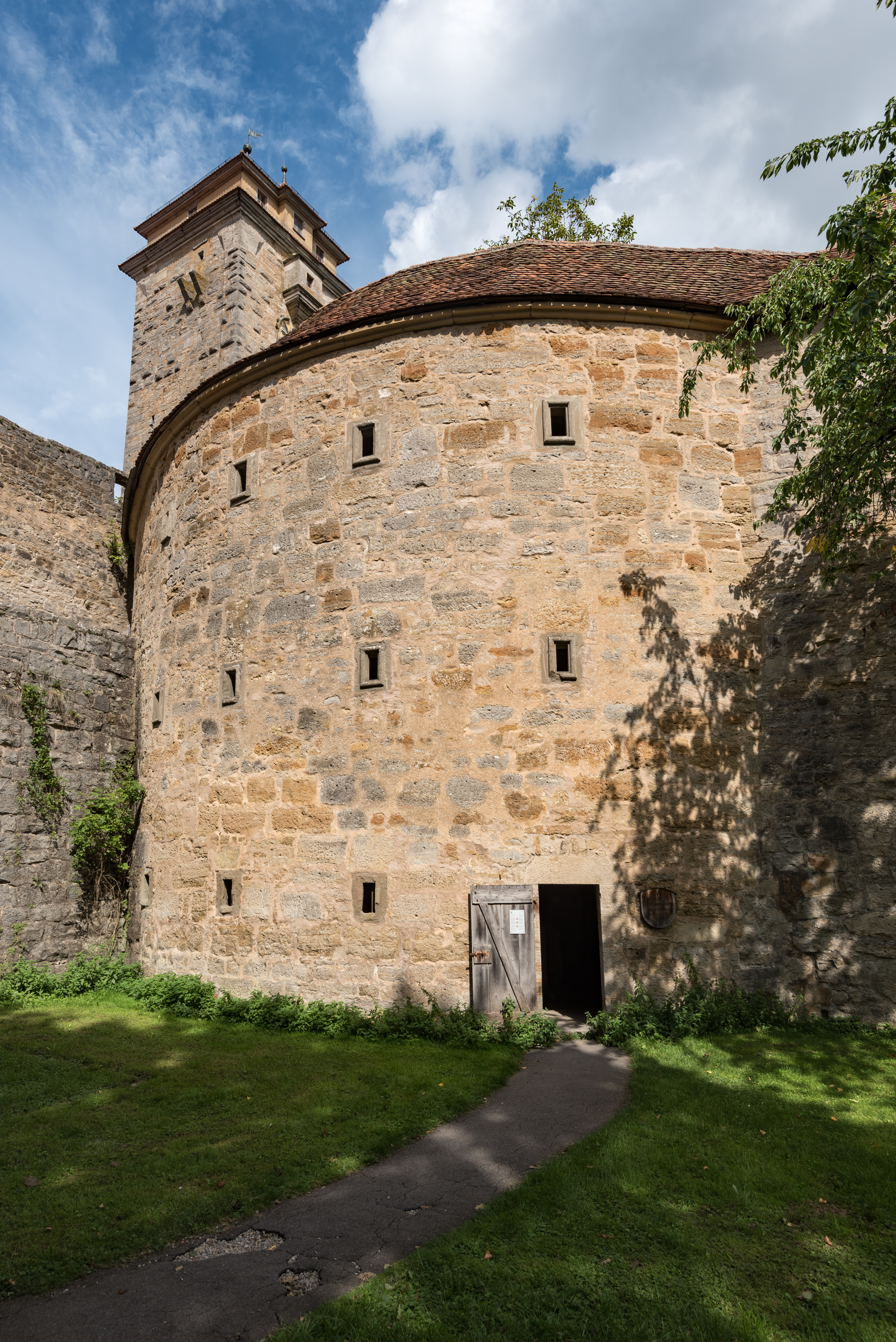
Spitalbastei, von Südwesten weitere Bilder
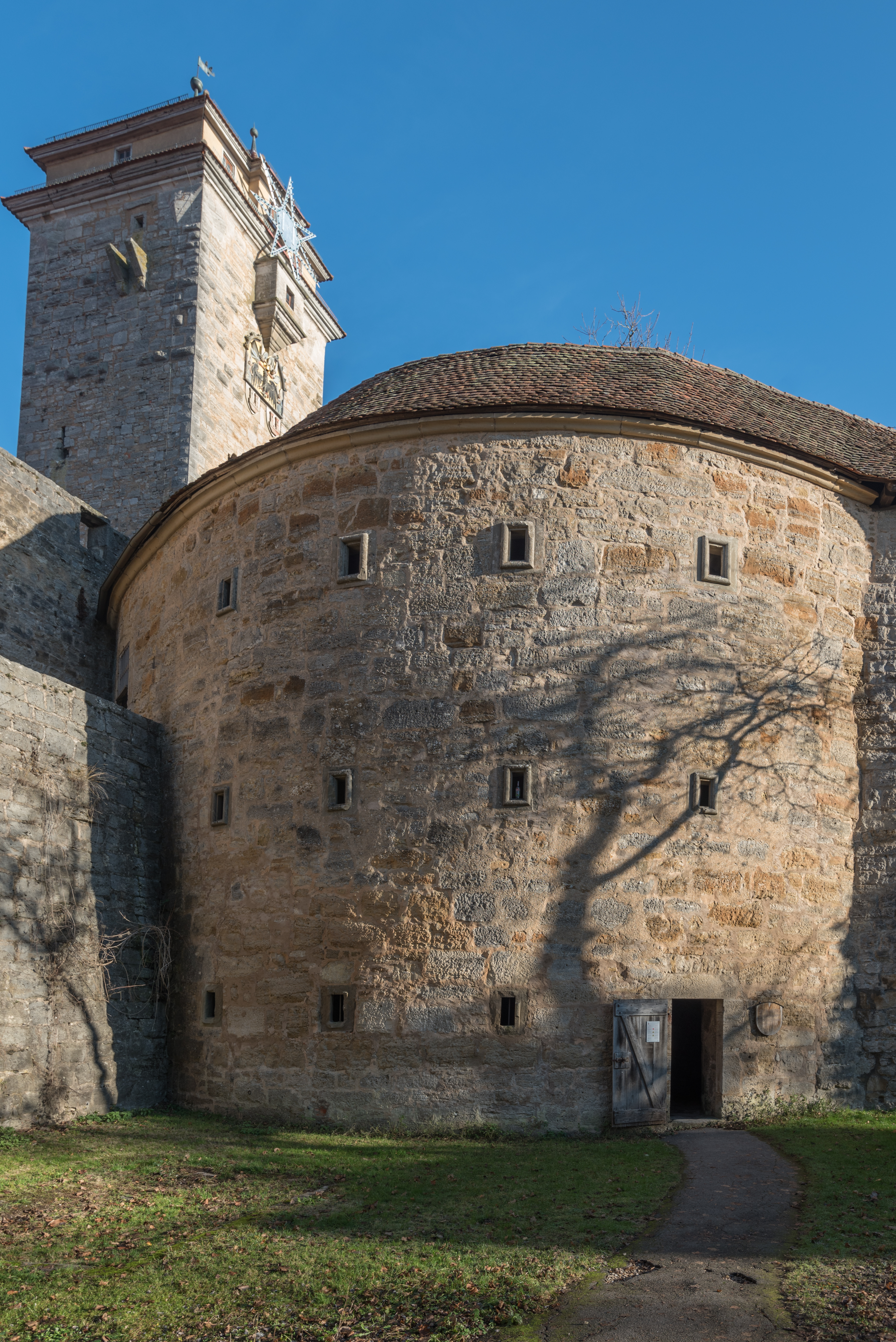
Spitalbastei, von Südwesten weitere Bilder
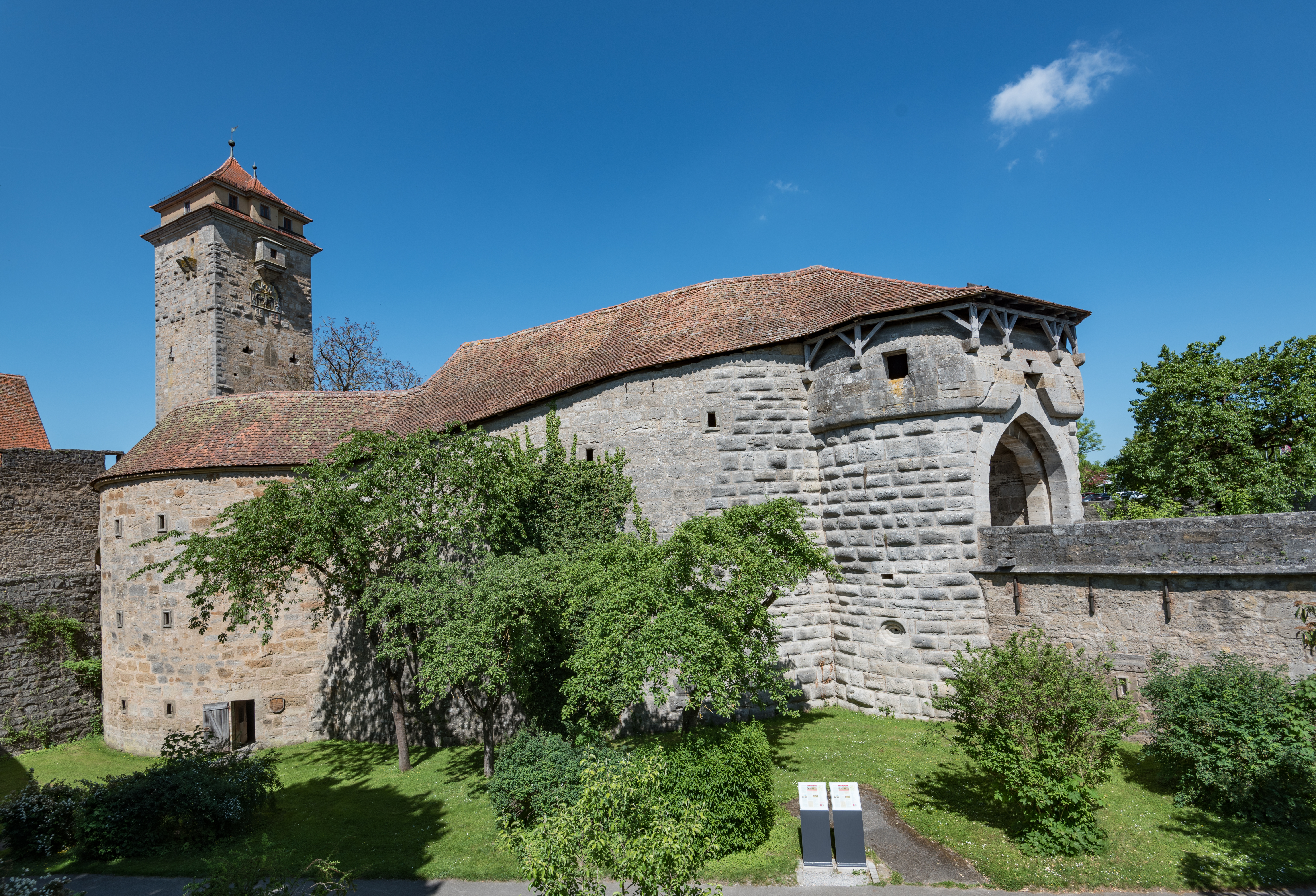
Spitaltorturm, Spitalbastei, von Südwesten weitere Bilder
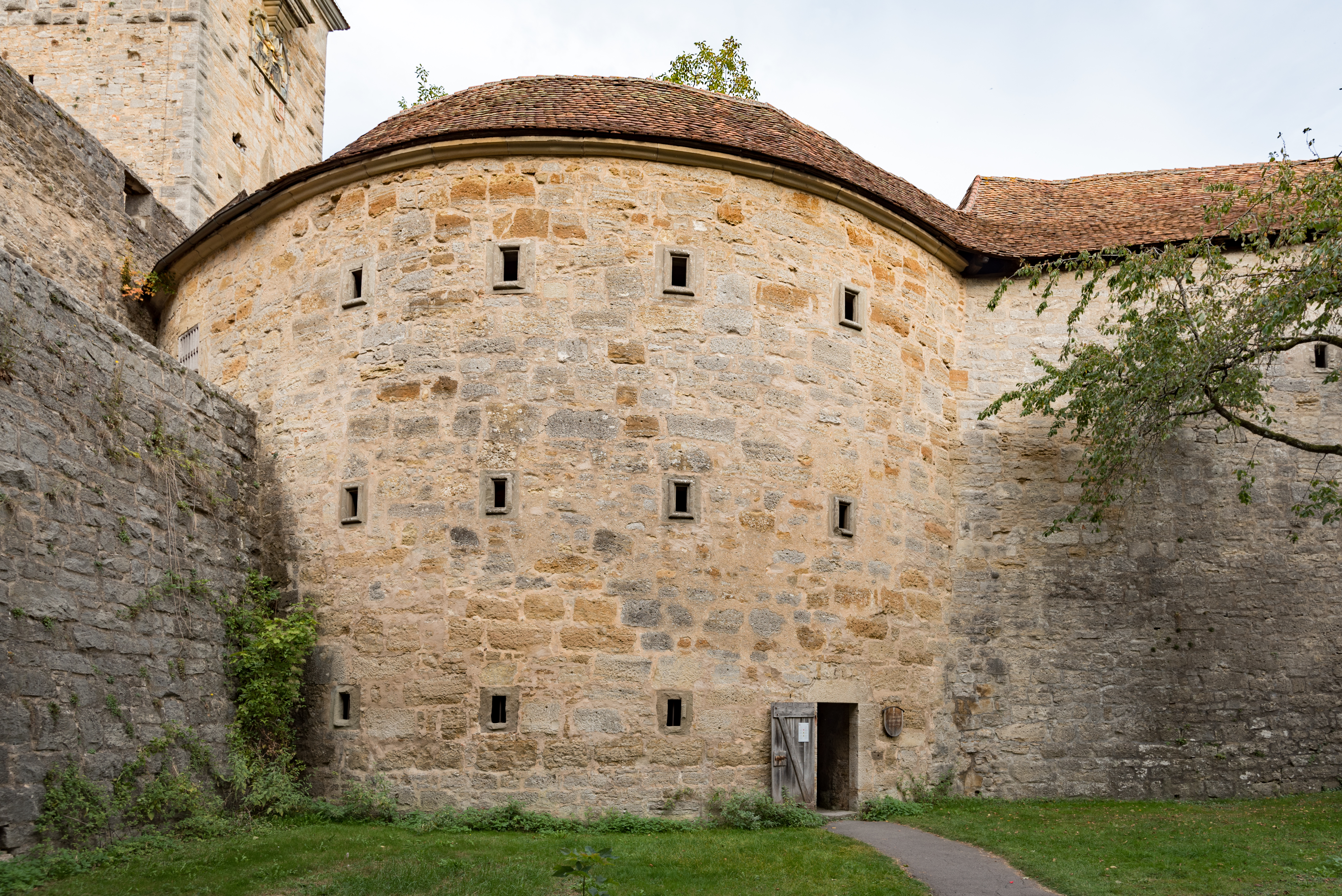
Spitalbastei, von Westen weitere Bilder
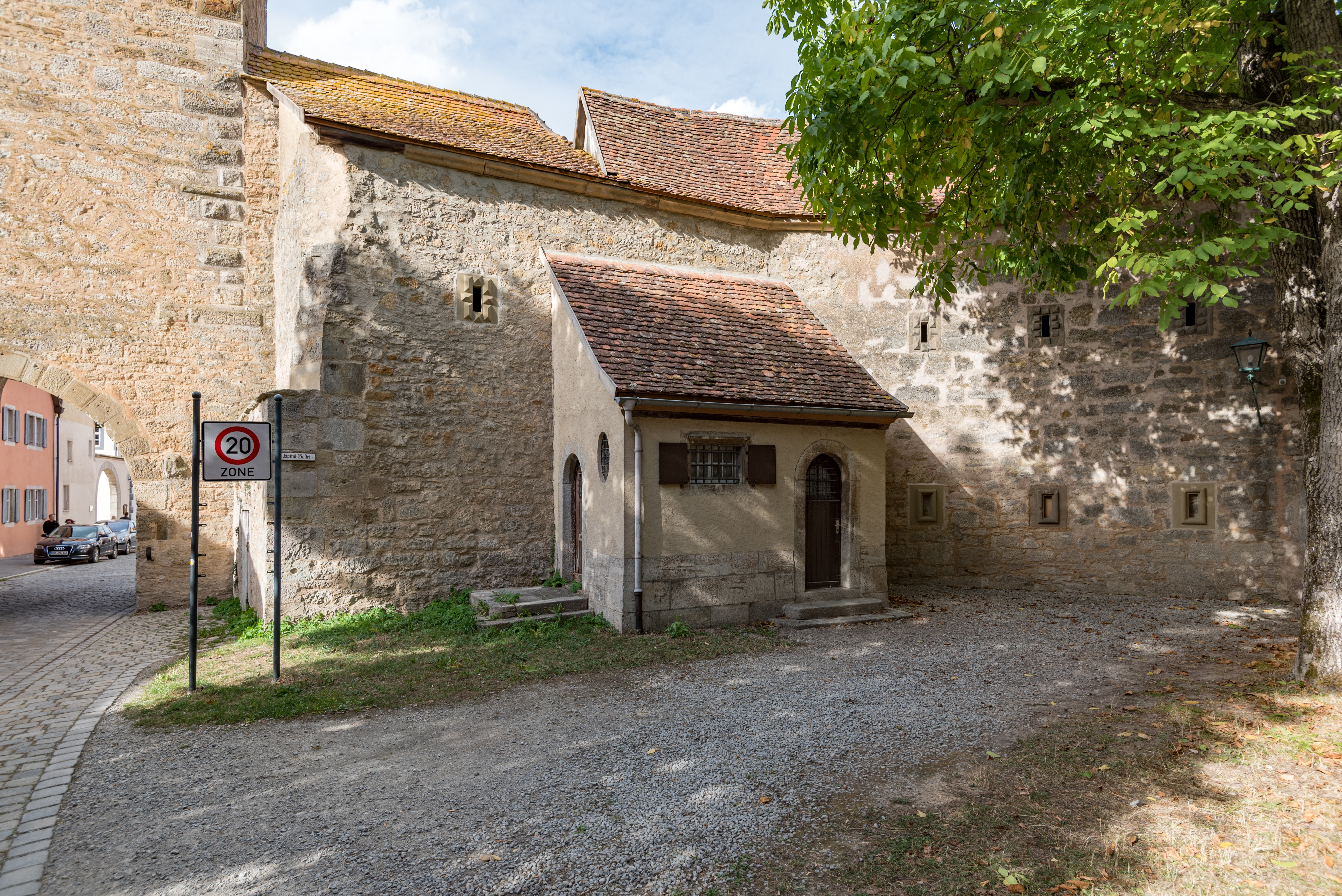
nördlicher Innenhof, von Süden weitere Bilder
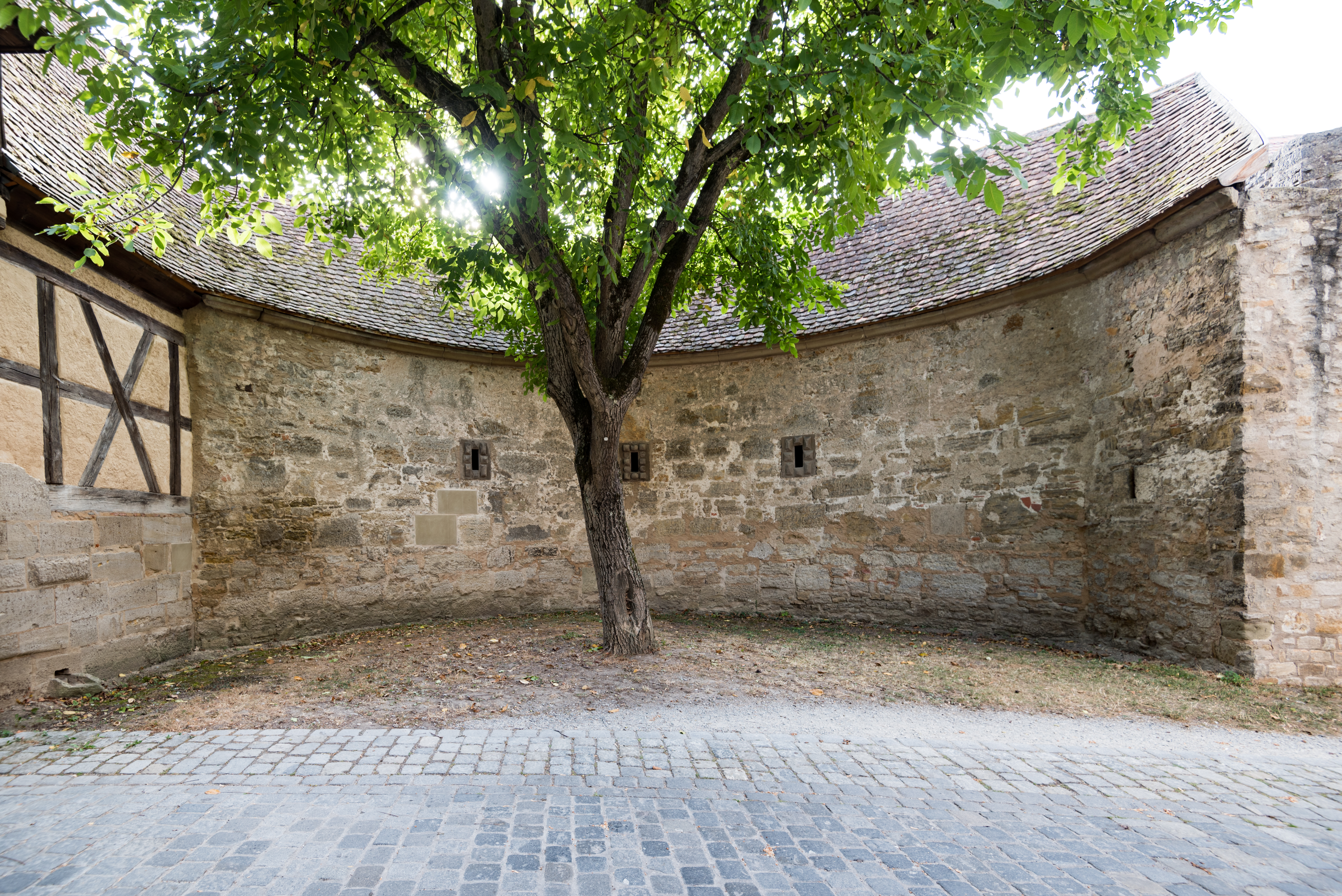
nördlicher Innenhof, von Westen weitere Bilder
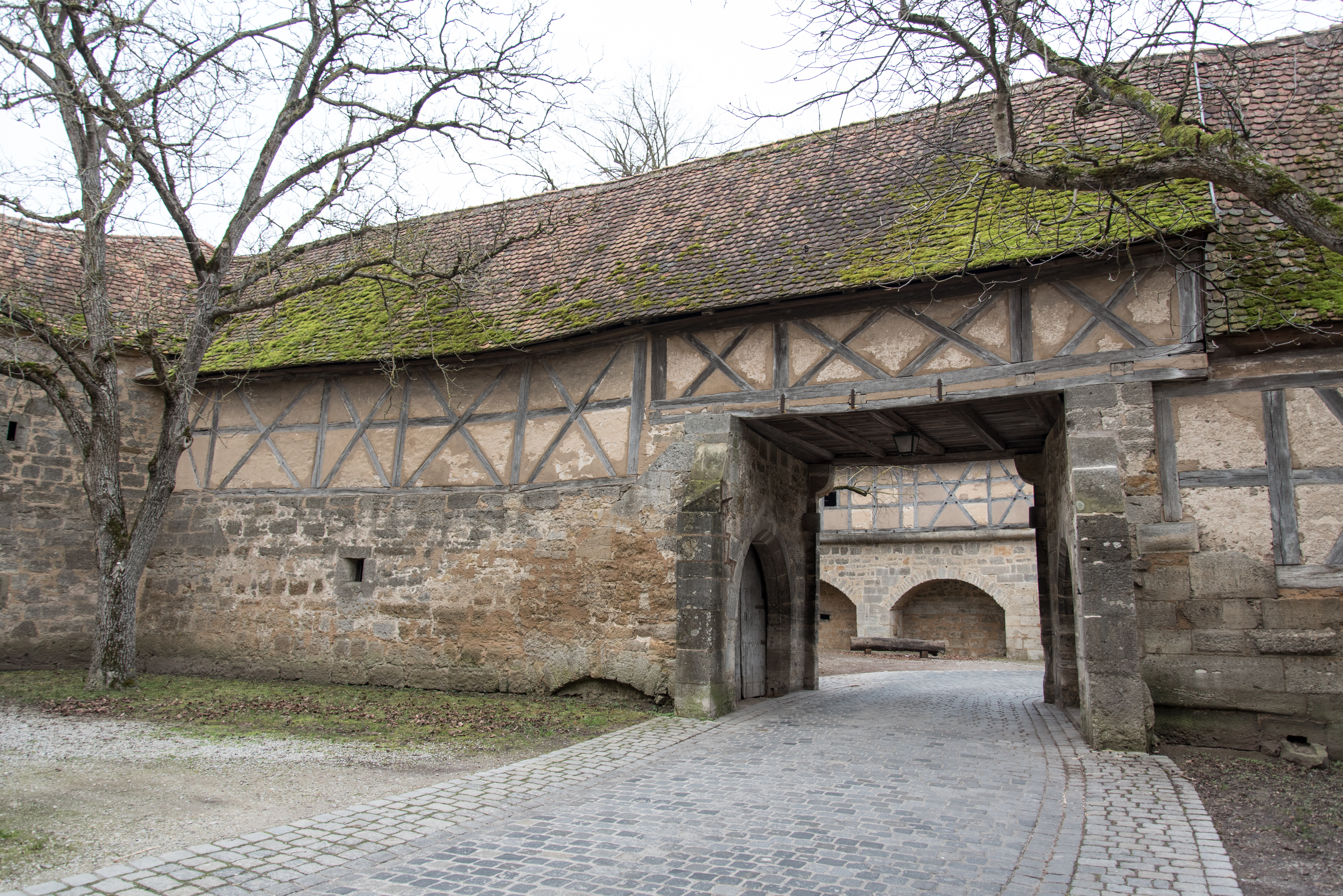
nördlicher Innenhof, von Norden weitere Bilder
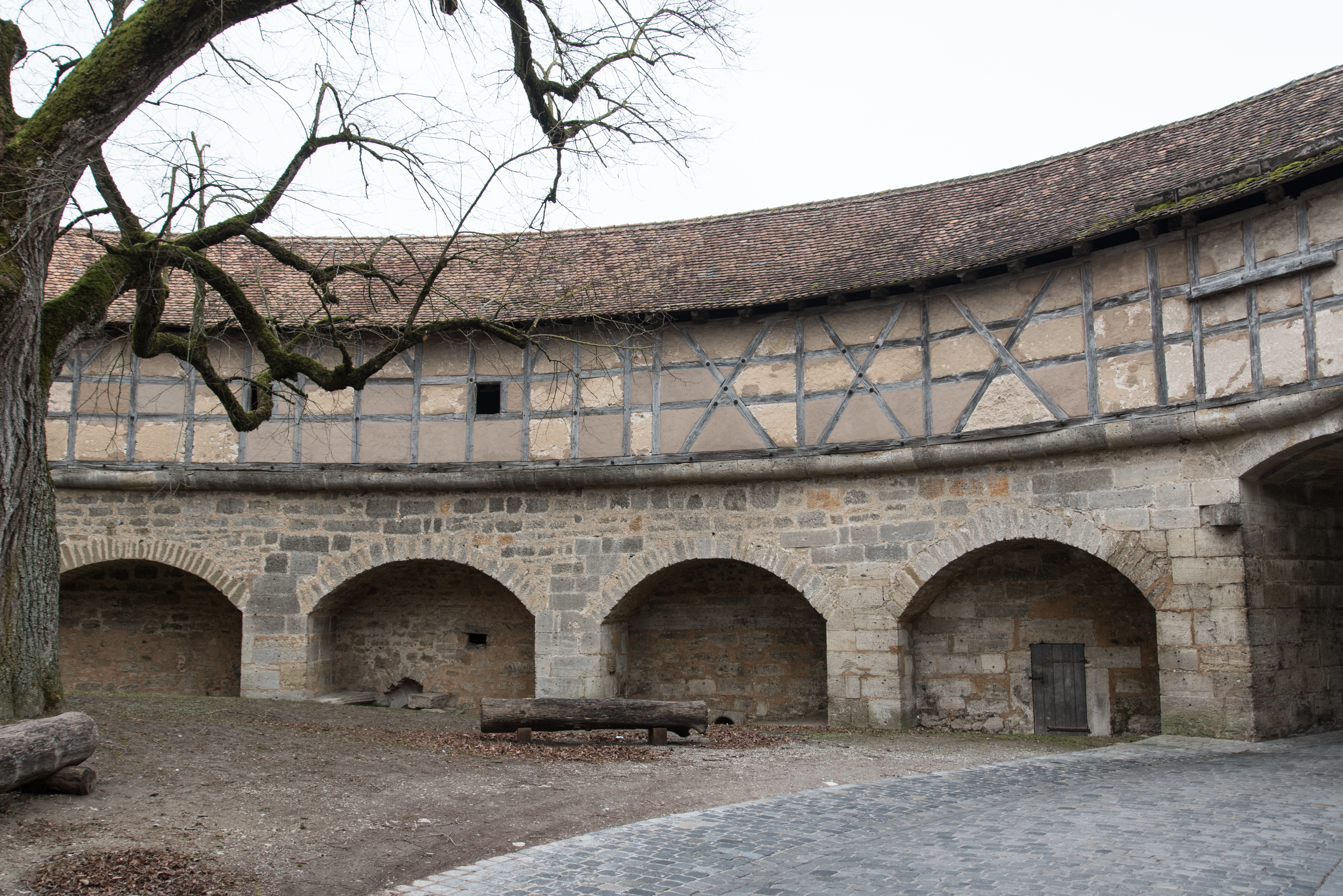
südlicher Innenhof weitere Bilder
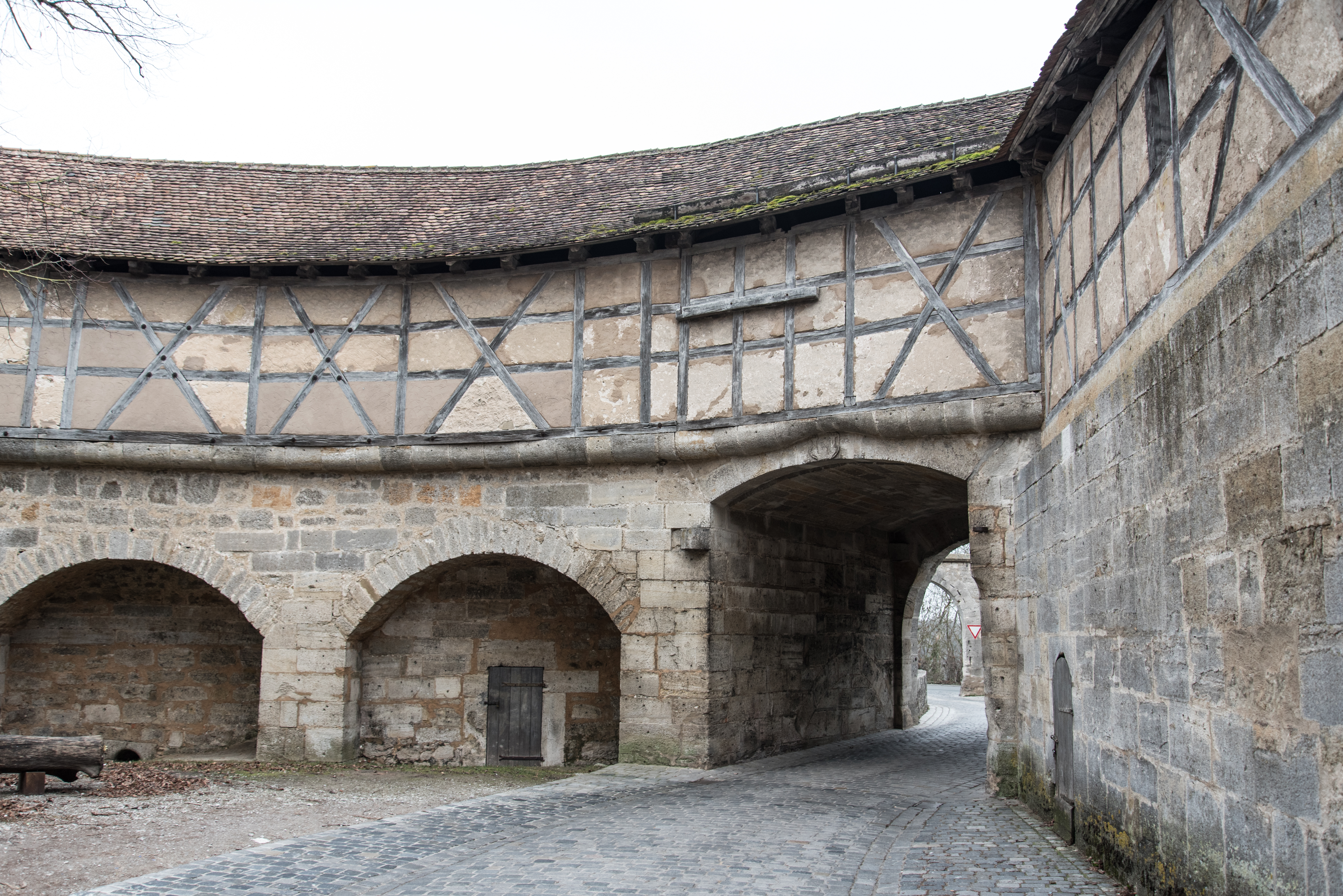
südlicher Innenhof weitere Bilder
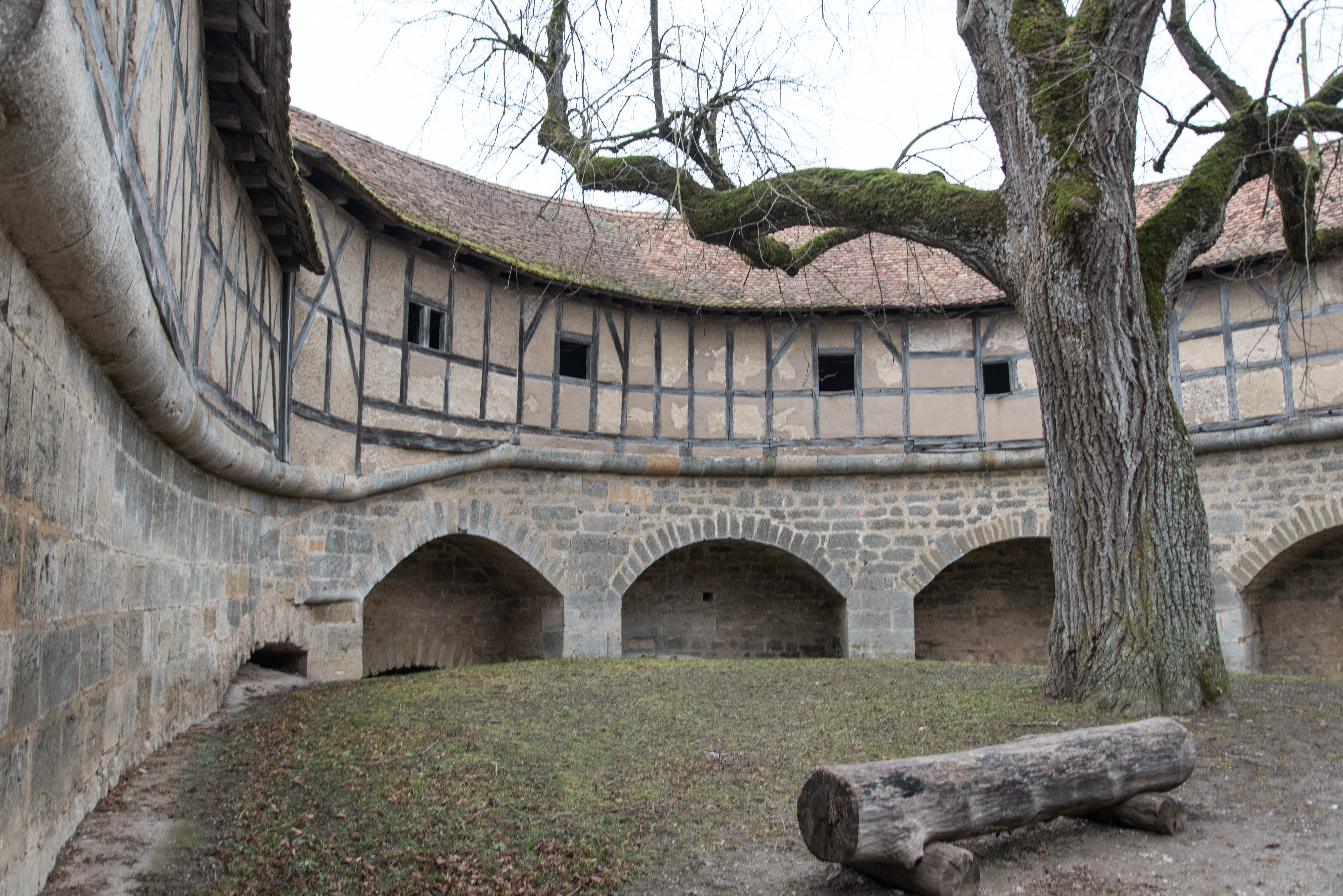
südlicher Innenhof weitere Bilder
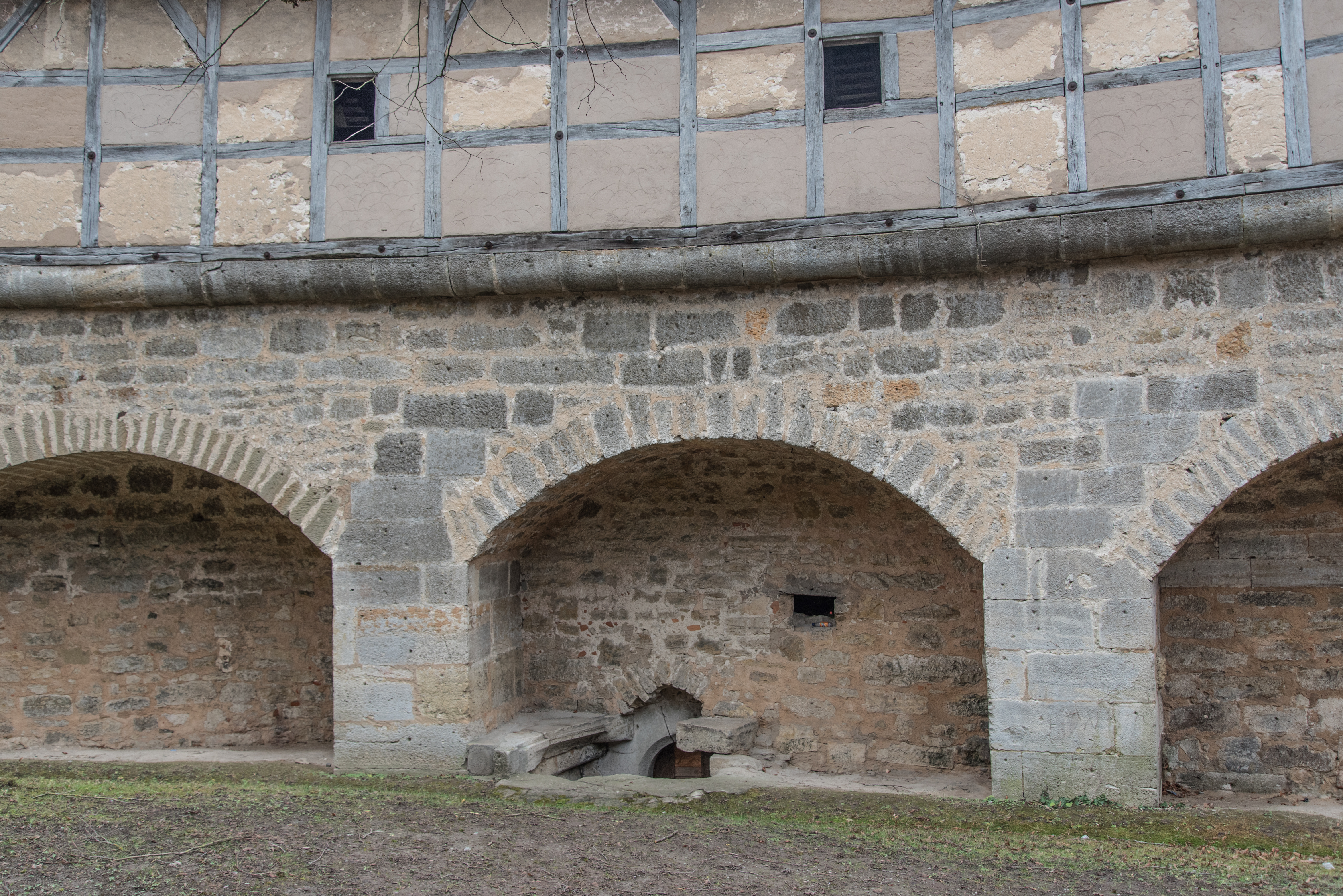
südlicher Innenhof weitere Bilder
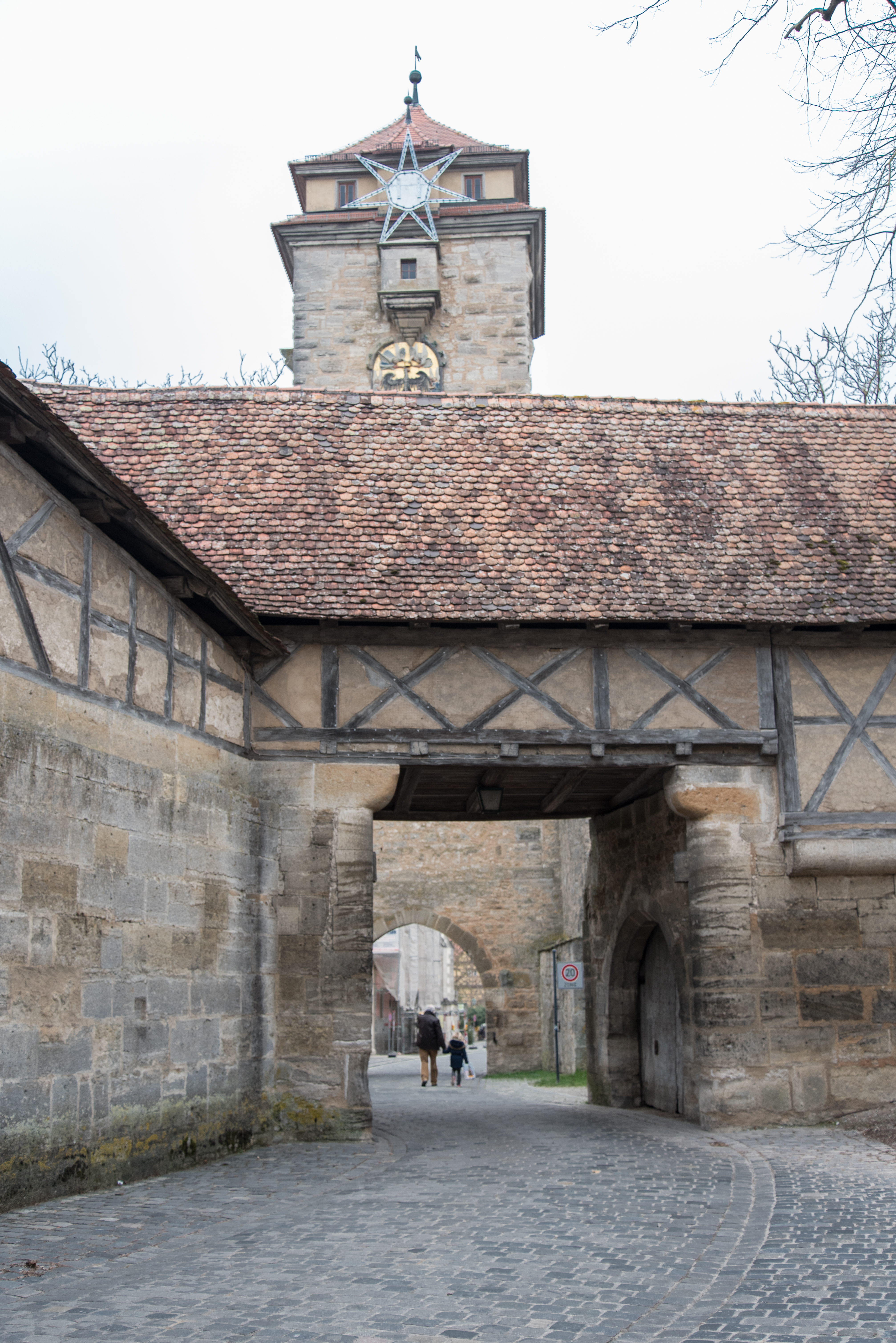
südlicher Innenhof weitere Bilder
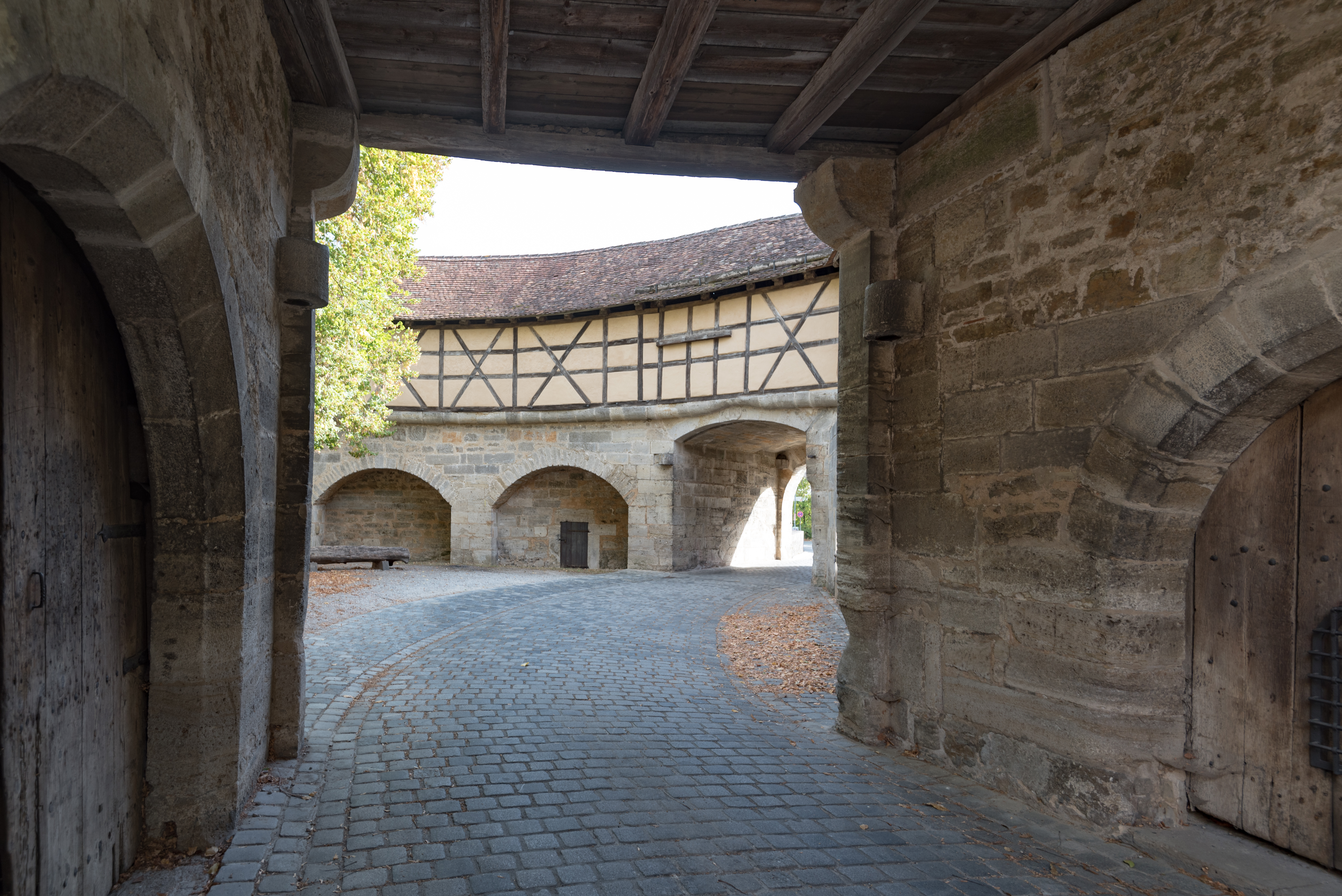
südlicher Innenhof, von Norden weitere Bilder
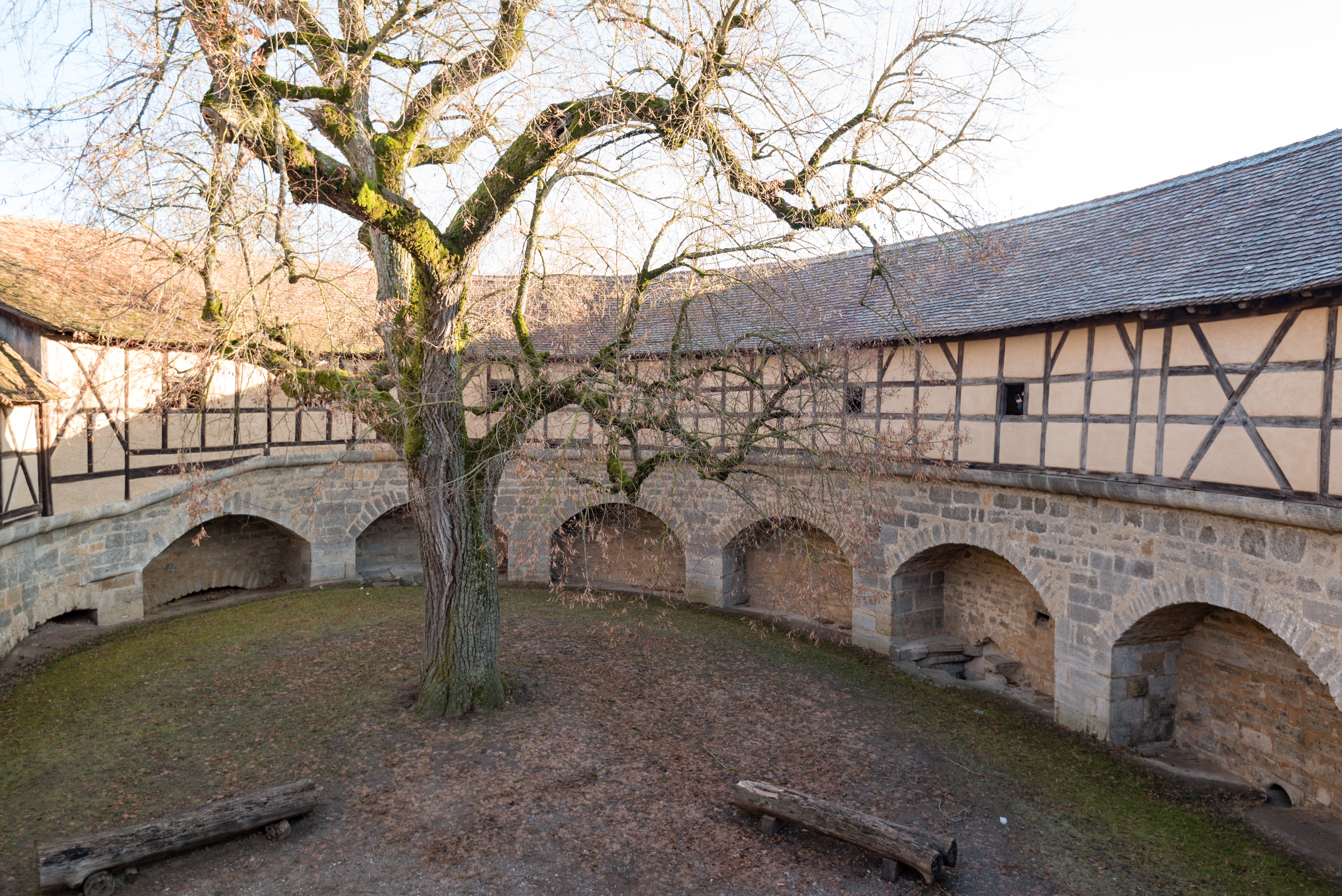
südlicher Innenhof, vom Geschützgeschoß weitere Bilder
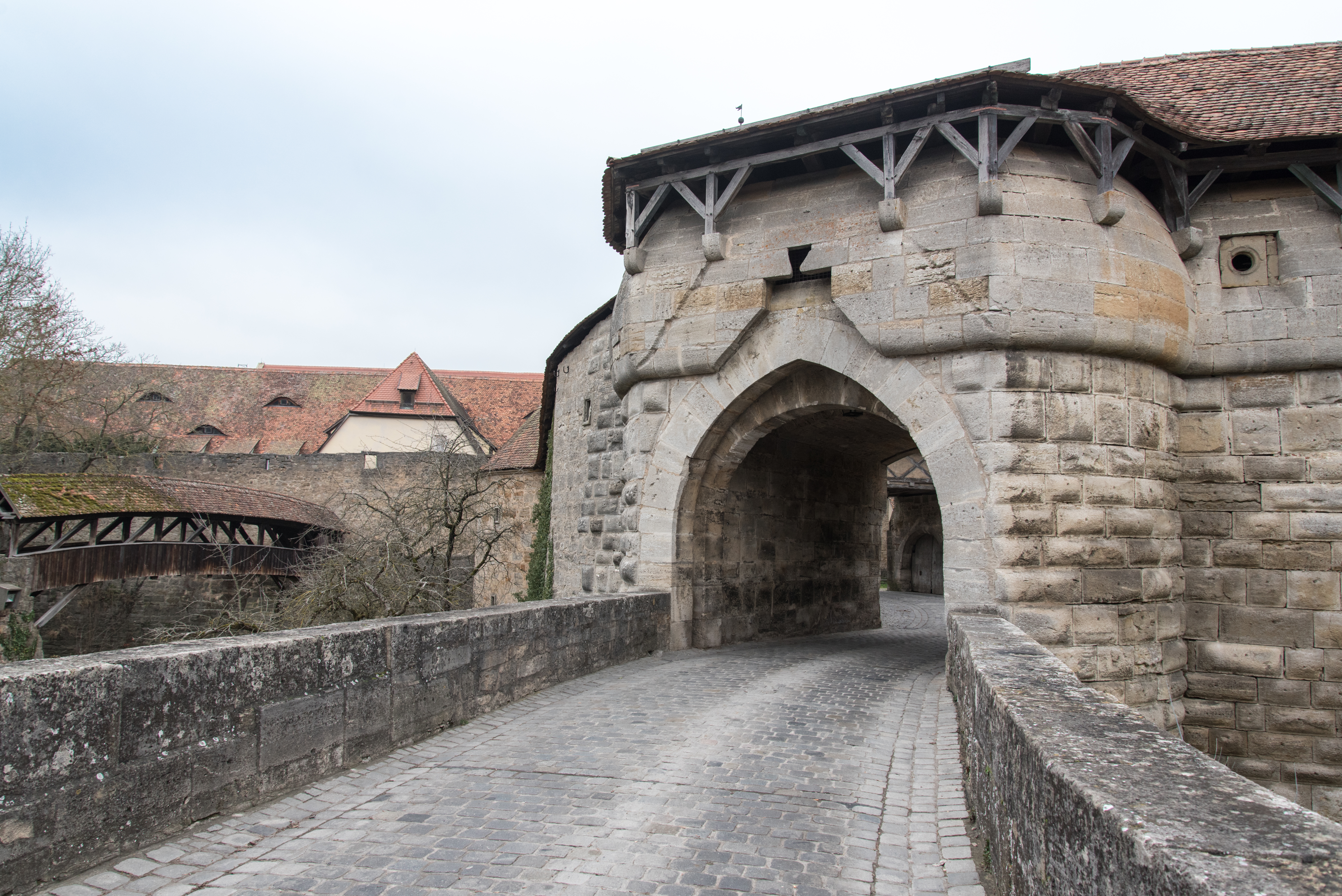
Brücke, von Süden weitere Bilder
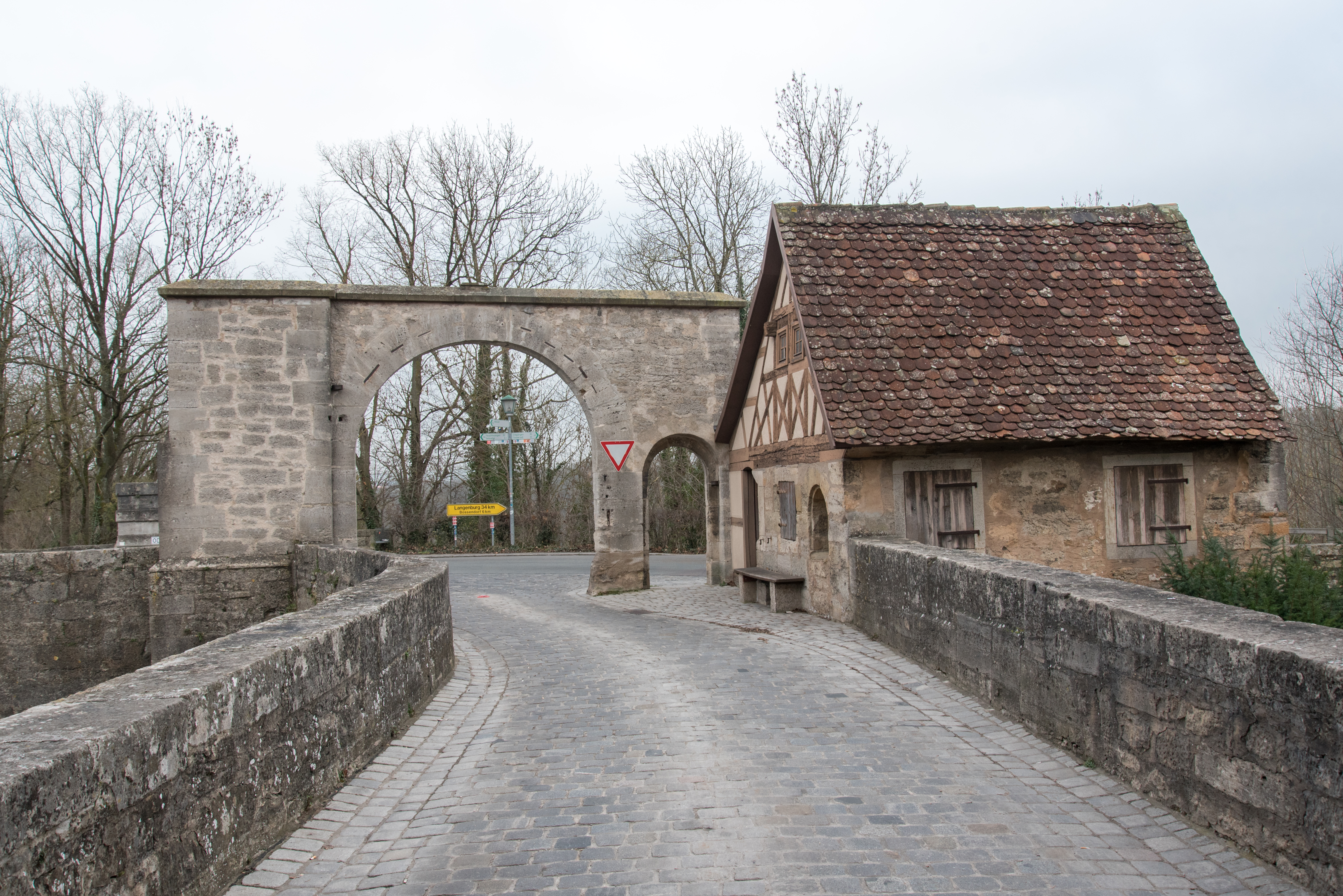
Brücke, von Norden weitere Bilder
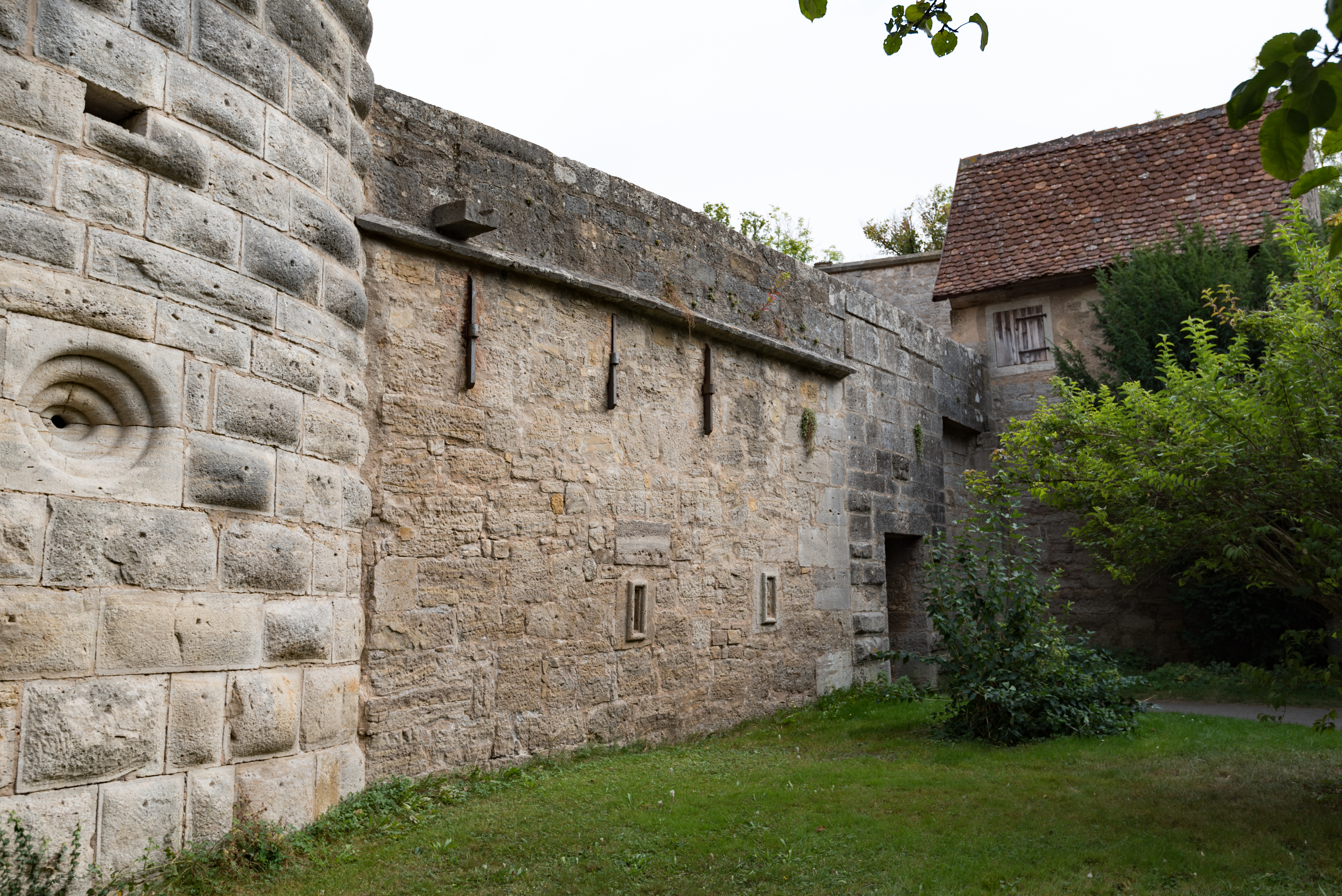
Brücke, von Nordwesten weitere Bilder
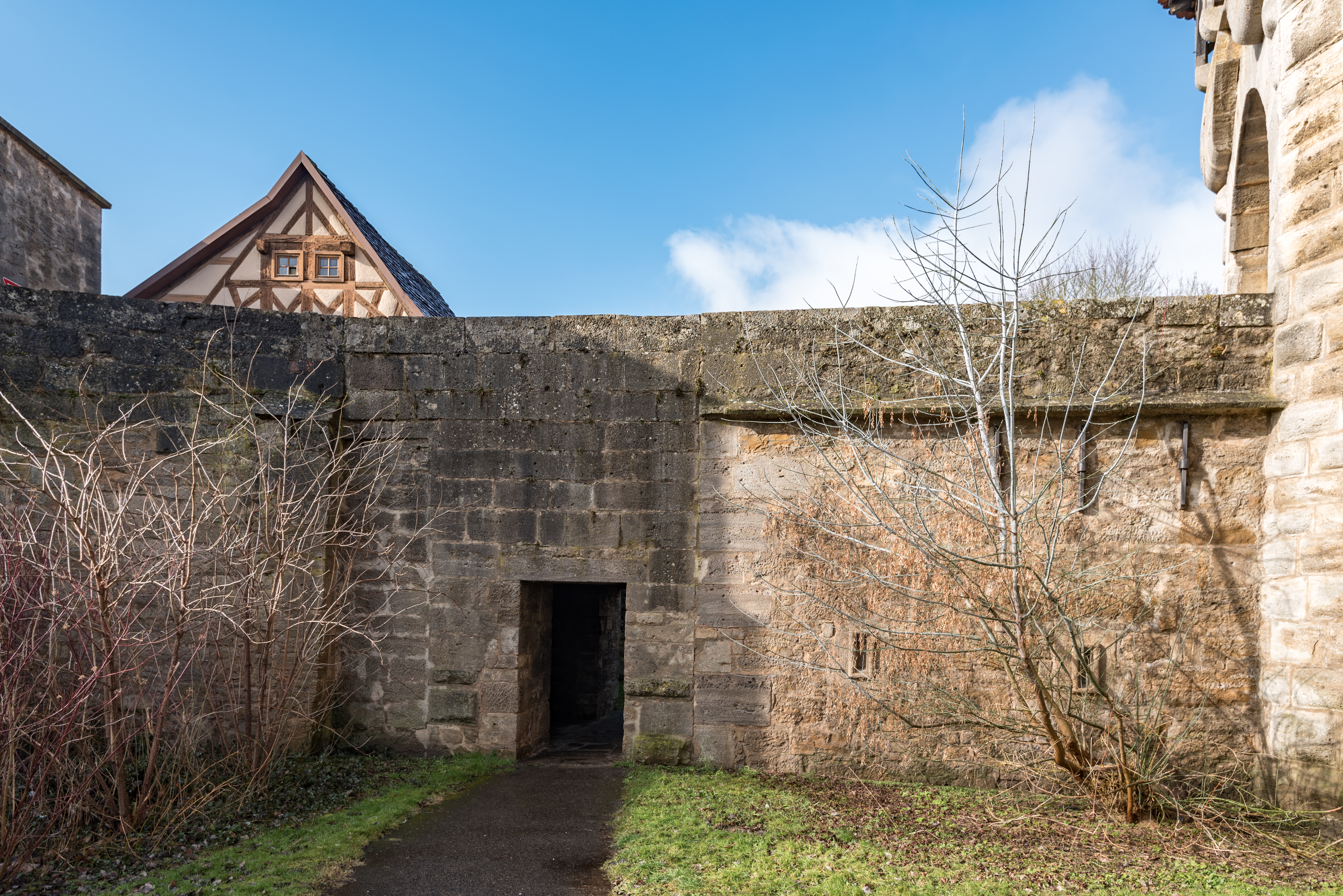
Brücke, von Osten weitere Bilder
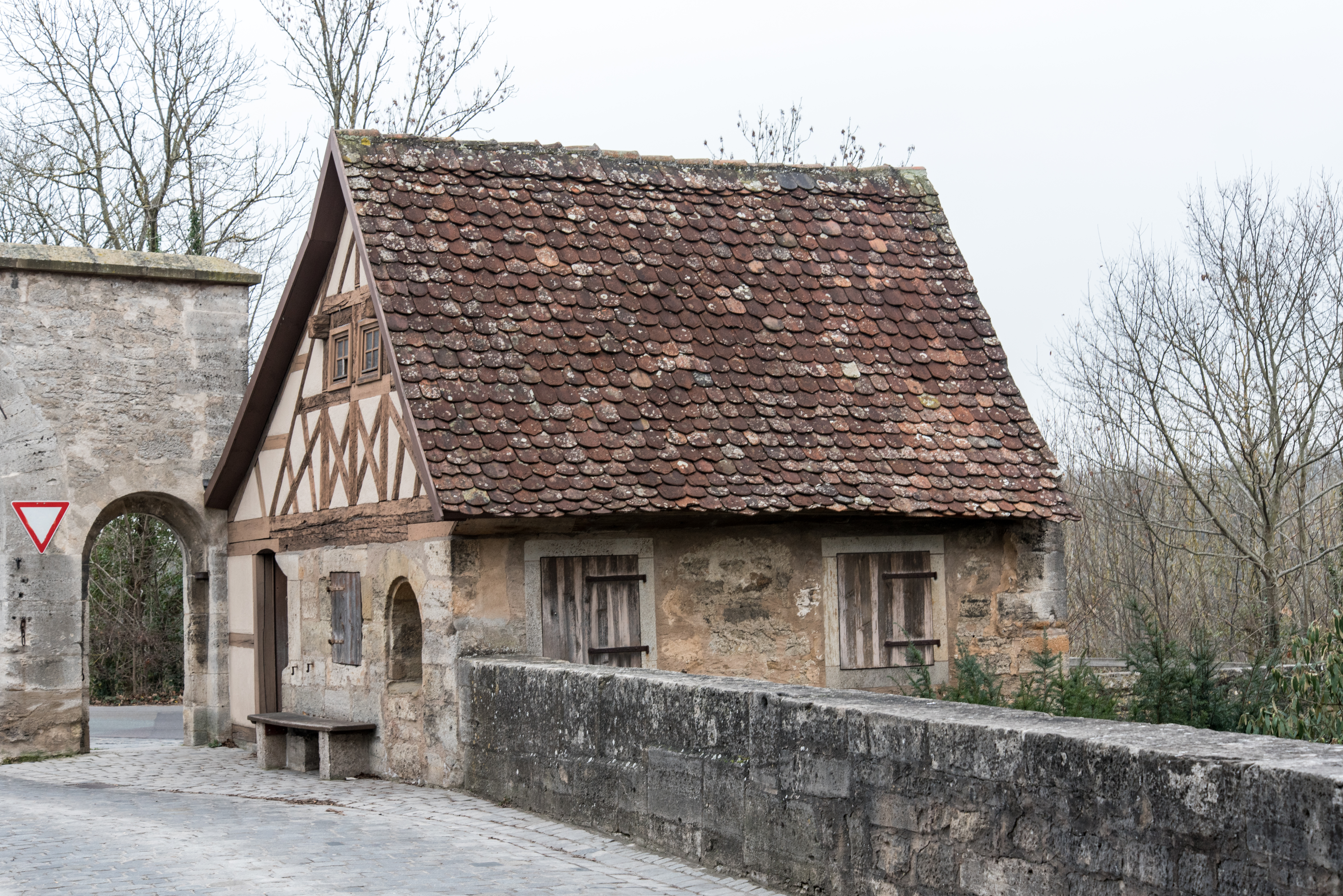
Torwärterhaus, Norden weitere Bilder
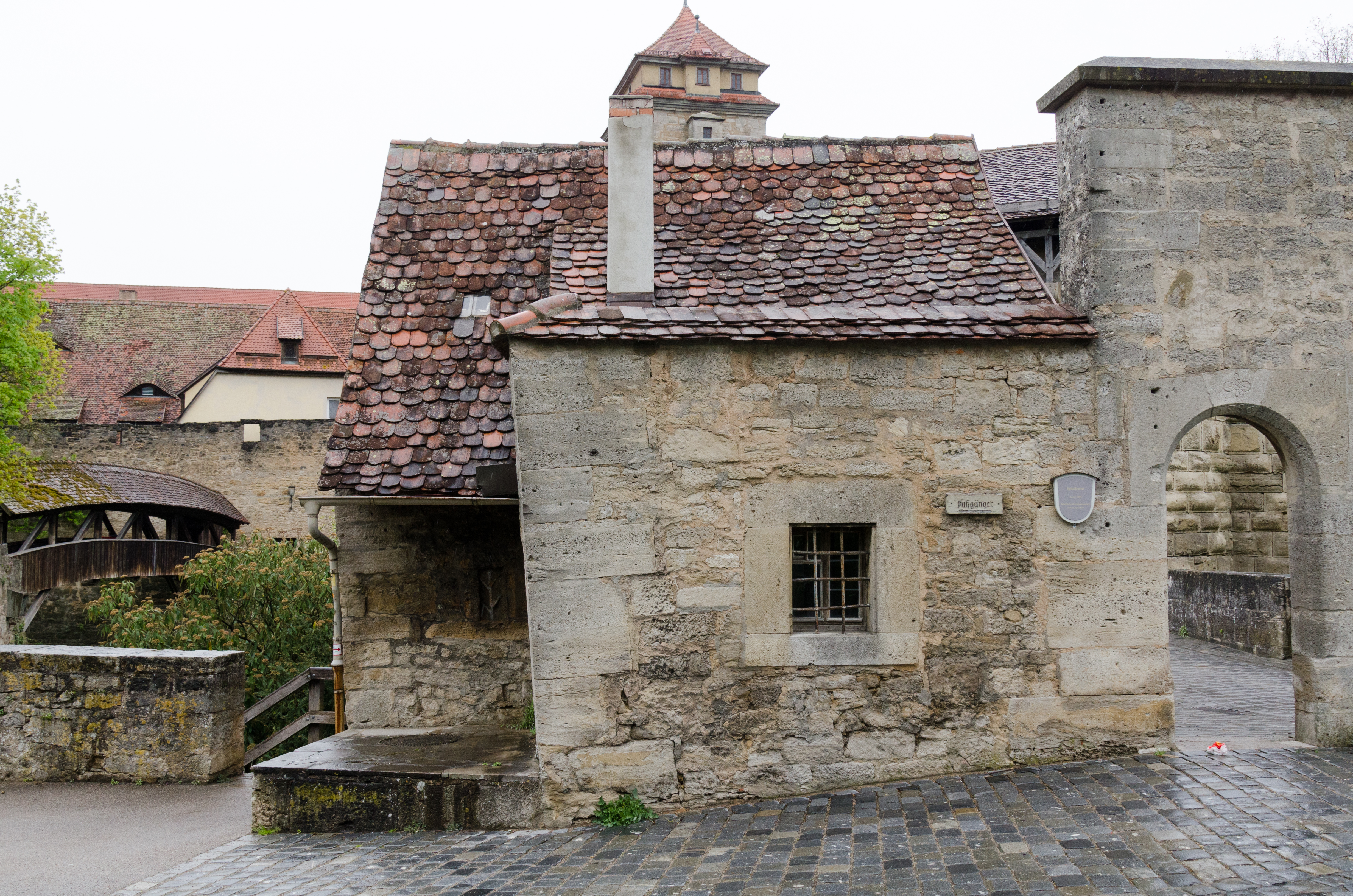
Torwärterhaus, Süden weitere Bilder
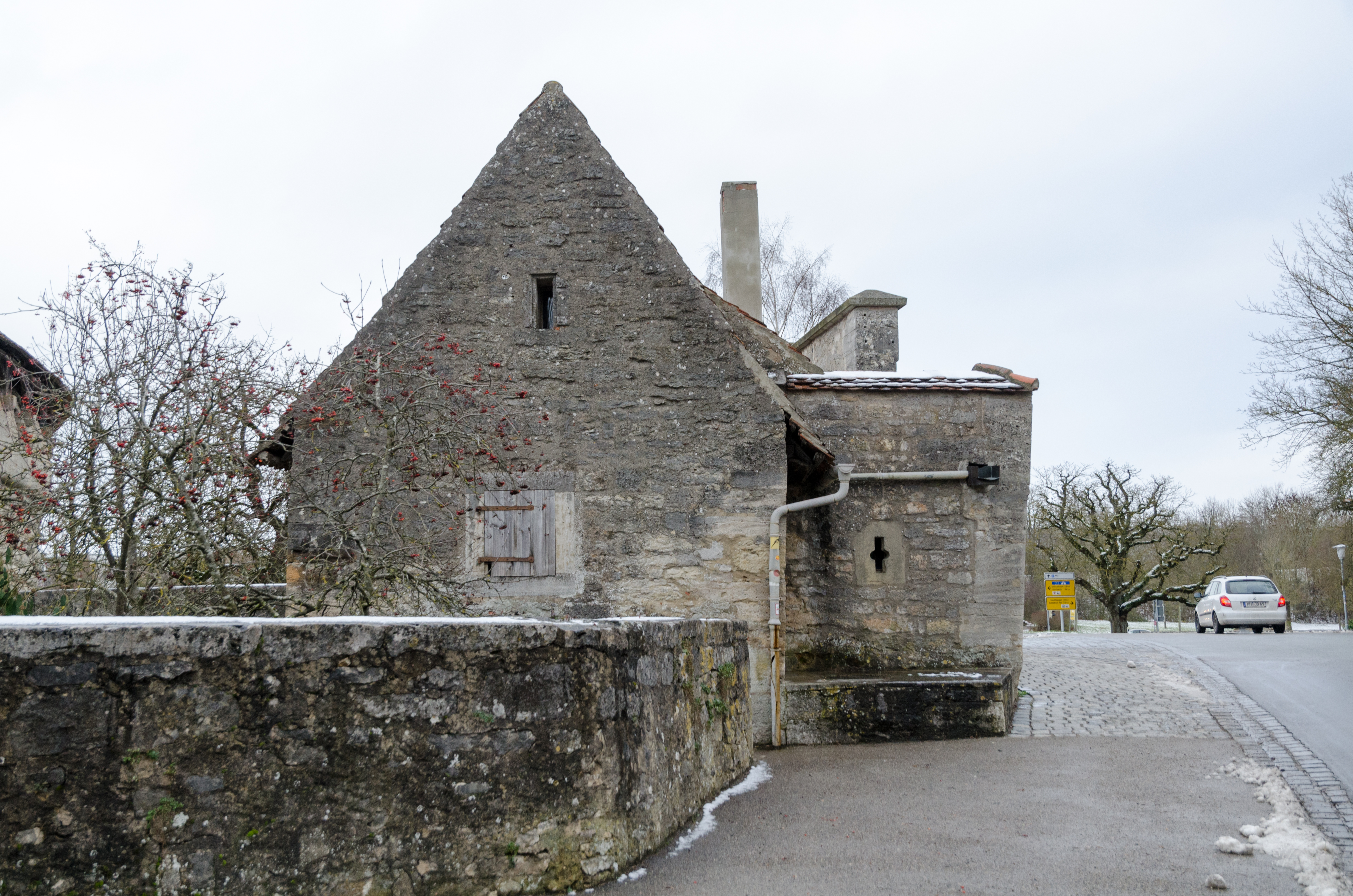
Torwärterhaus, Westen weitere Bilder
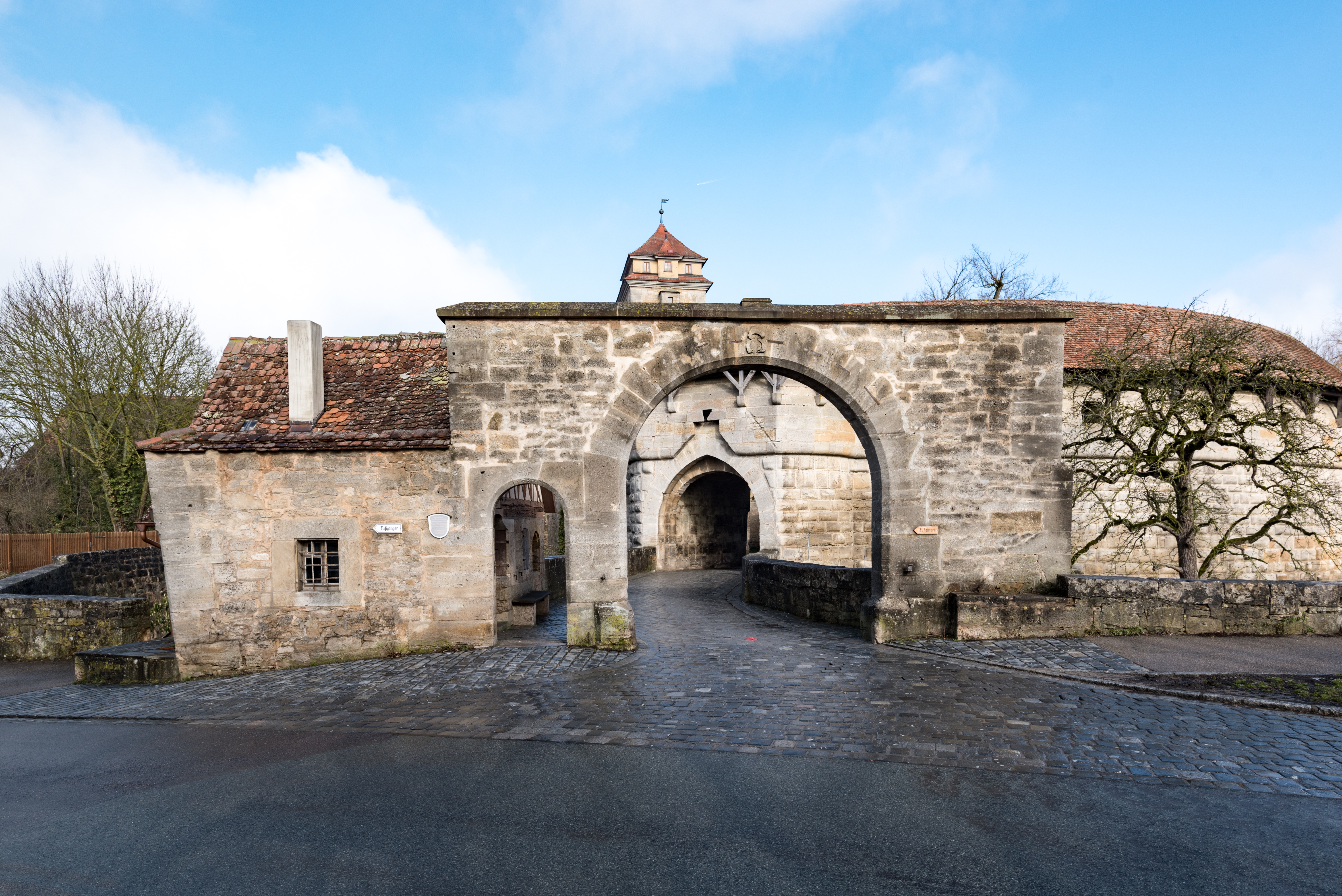
Vortor, von Süden weitere Bilder
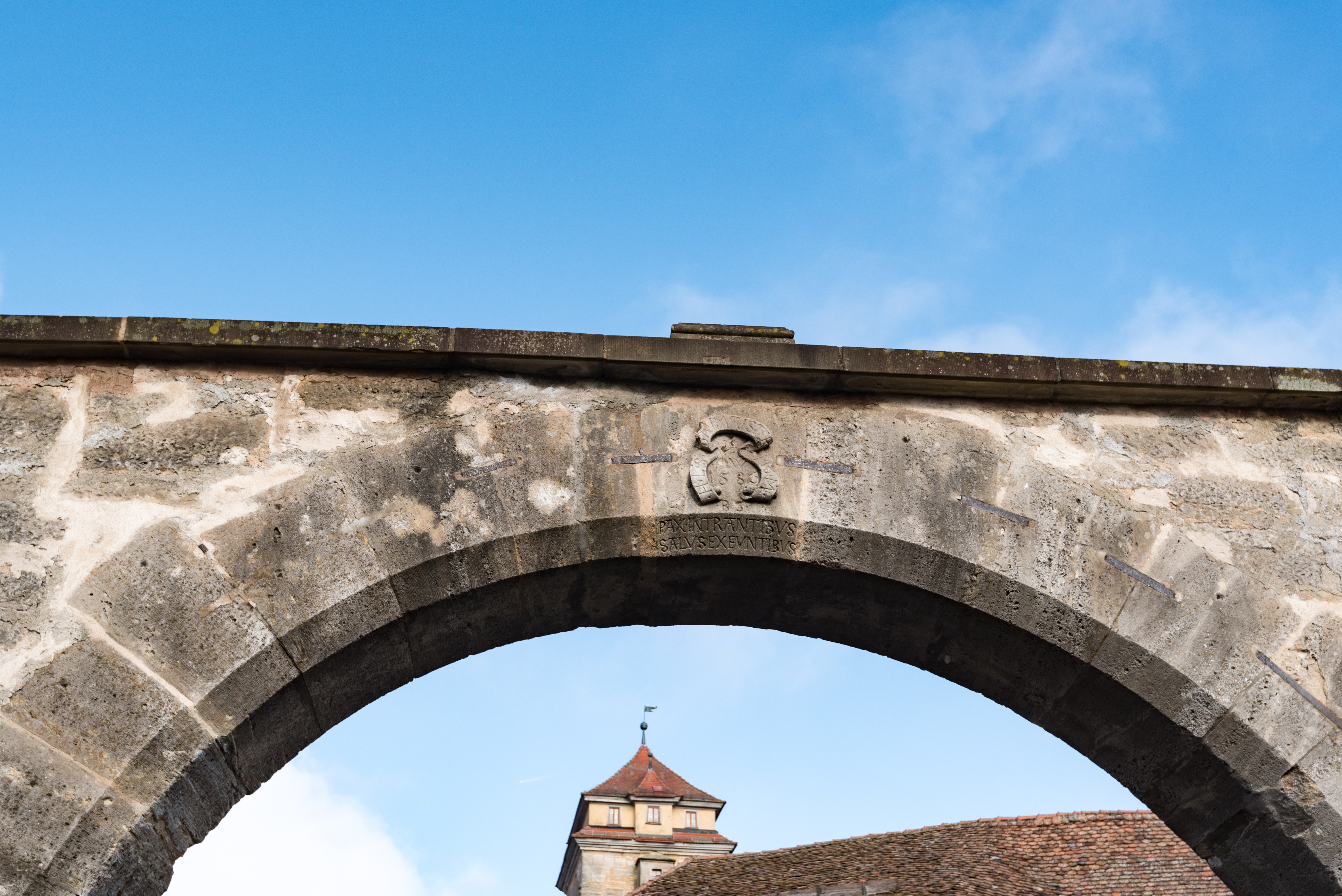
Vortor, Relief, von Süden weitere Bilder
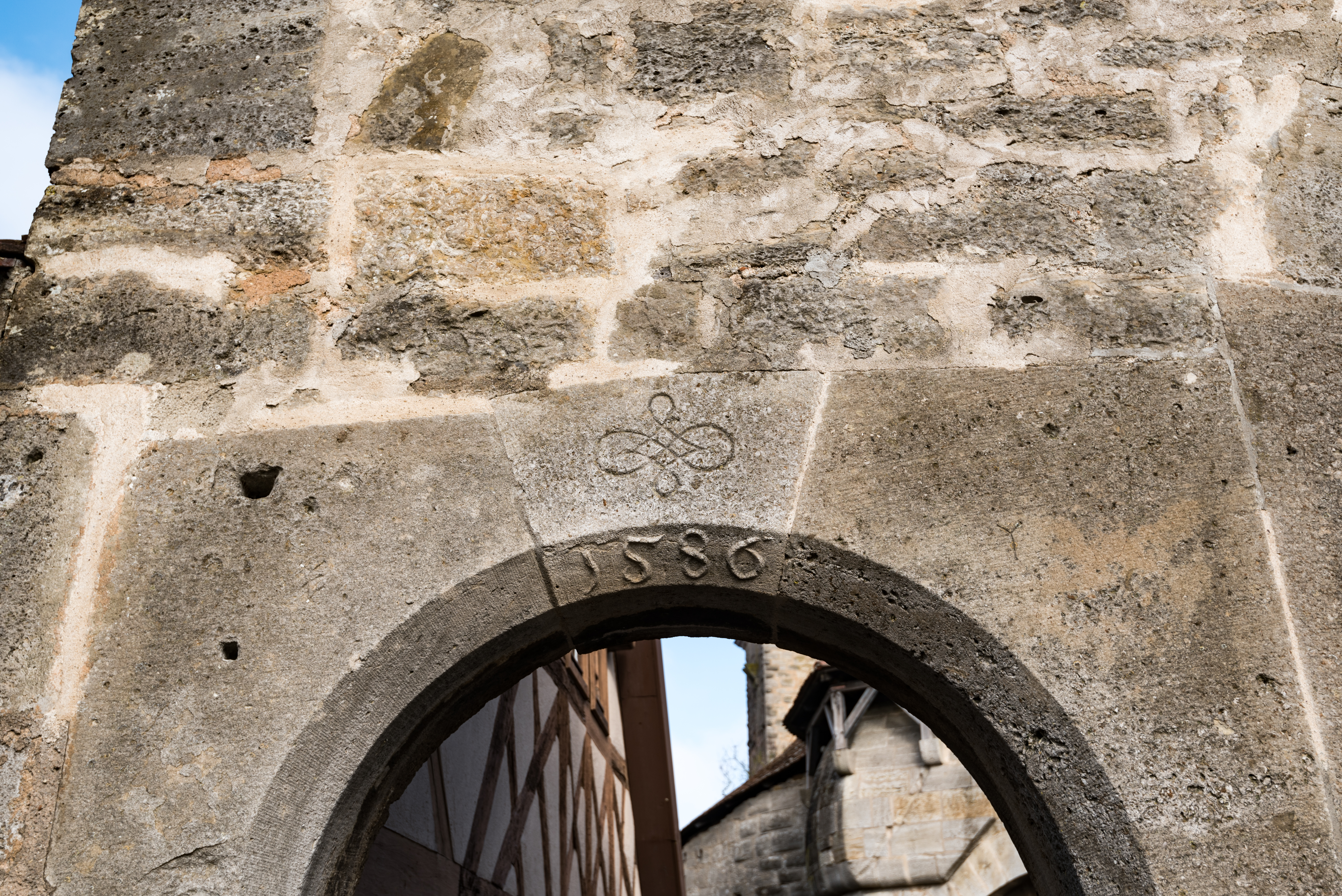
Vortor, Bauinschrift, von Süden weitere Bilder
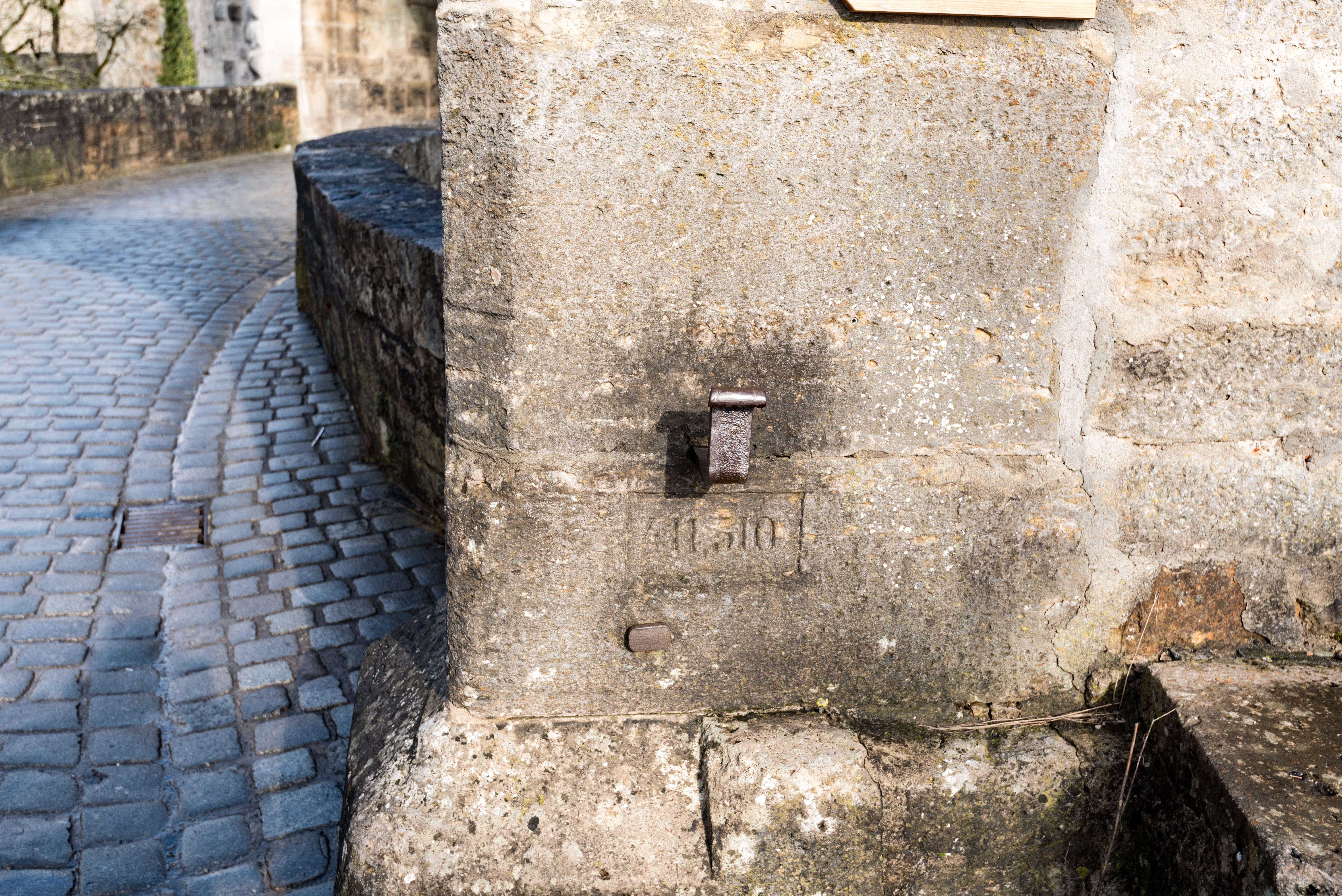
Vortor, Höhenangabe, von Süden weitere Bilder

#### Vom Spitaltor zum Kobolzeller Tor
Der Mauerabschnitt zwischen Spitaltor und Kobolzeller Tor ist in voller Höhe erhalten. Der Wehrgang ist ab dem Sauturm zum Kobolzeller Tor begehbar.
- Spitalhof: Sogenannter Turm am Spitalhof, Scharwachturm (Lage), halbrunder Unterbau einer Mauerstreichwehr auf Zwickelkonsolen, Mitte 15. Jahrhundert, Abbruch des Oberteils 19. Jahrhundert
- Spitalhof: Sauturm, Wachturm (Lage), quadratischer Hausteinbau zu vier Geschossen mit Pyramidendach und Schwibbogen, vor der Mauer, erstes Viertel 15. Jahrhundert
- Spitalhof: Ehemaliger Torturm, sogenannter Stöberleinsturm (Lage), quadratischer Halbturm mit vier sechseckigen Scharwachtürmchen, steilem Pyramidendach und Reichs- und Stadtwappen, Buckelquader, ehemalige offene Rückseite mit Fachwerk geschlossen, letztes Viertel 14. Jahrhundert
- Mühlacker: Wachturm, sogenannter Kalkturm (Lage), vor die Mauer springender dreigeschossiger Schalenturm aus Bruch- und Haustein mit Kegeldach, letztes Viertel 14. Jahrhundert
- Mühlacker: Wachturm, sogenannter Fischturm (Lage), quadratischer Bruchsteinbau zu zwei Geschossen und leicht vorspringendem Abschlussgeschoss, mit Eckquaderung und Pyramidendach, Ende 14. Jahrhundert
- Mühlacker 3: Wachturm, sogenannter Kohlturm (Lage), vor die Mauer springender querrechteckiger Bruchsteinbau zu vier Geschossen, mit Eckquaderung und Pyramidendach, letztes Viertel 14. Jahrhundert

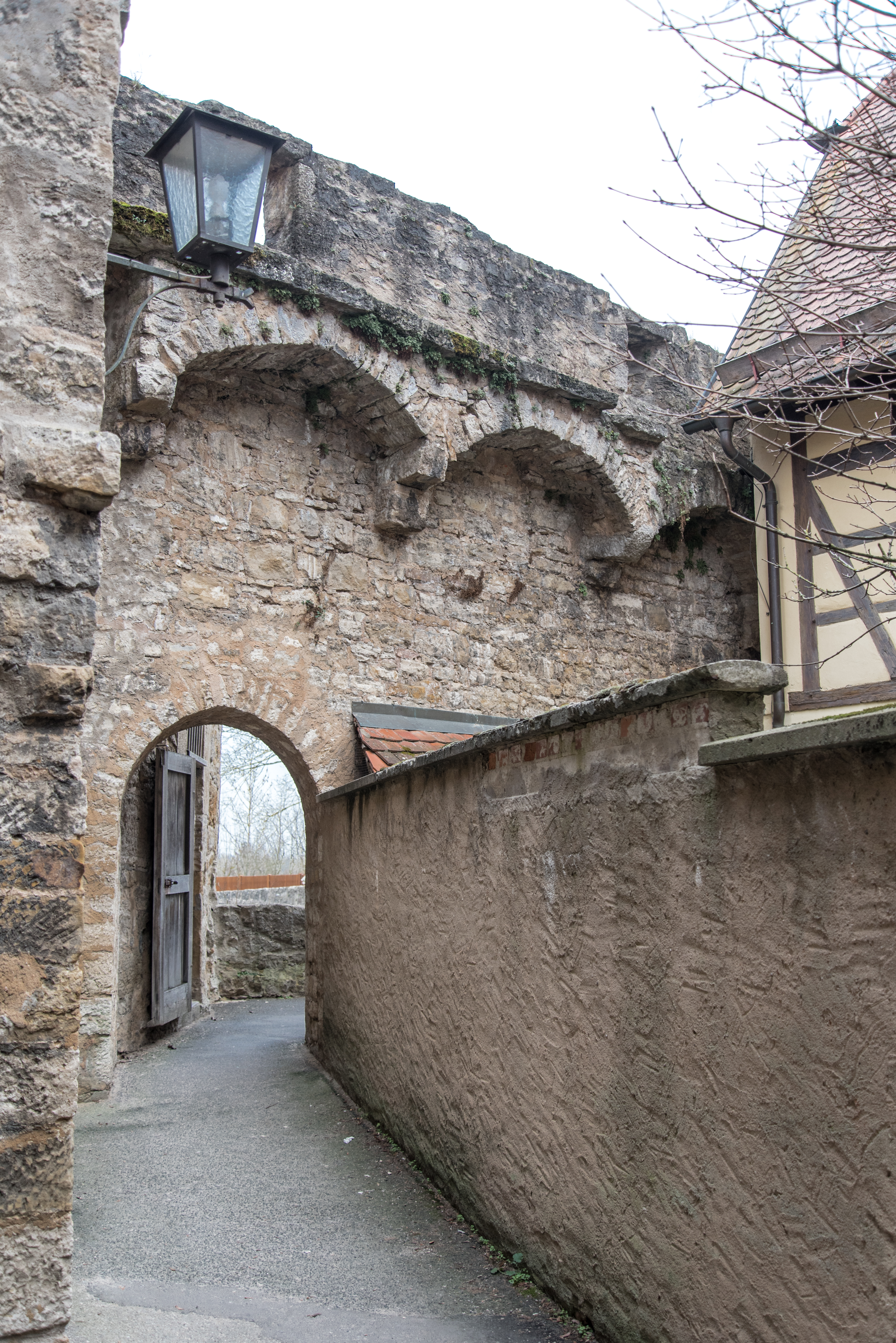
Wehrgang südlich des Spitaltors weitere Bilder
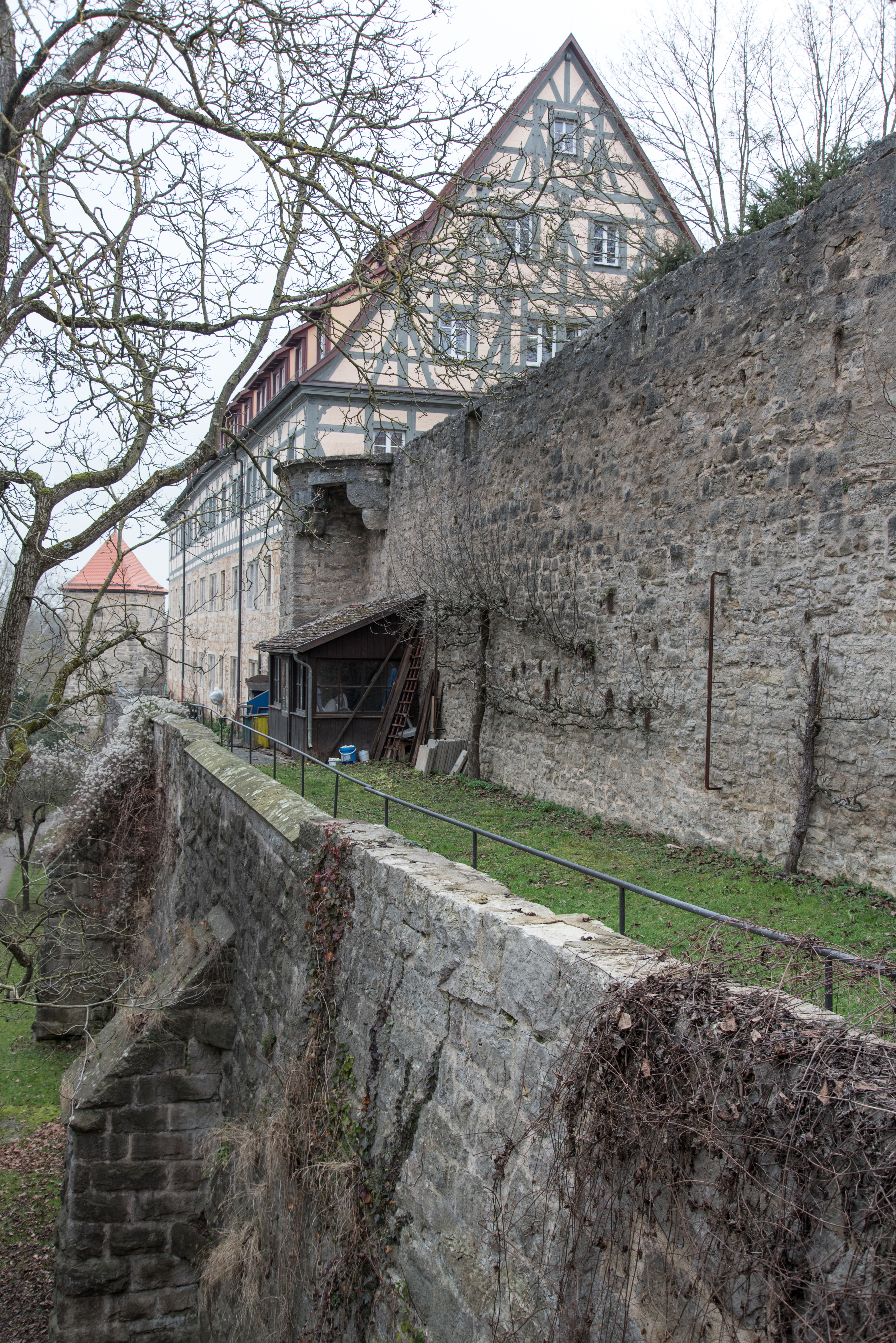
Turm am Spitalhof, von Osten weitere Bilder
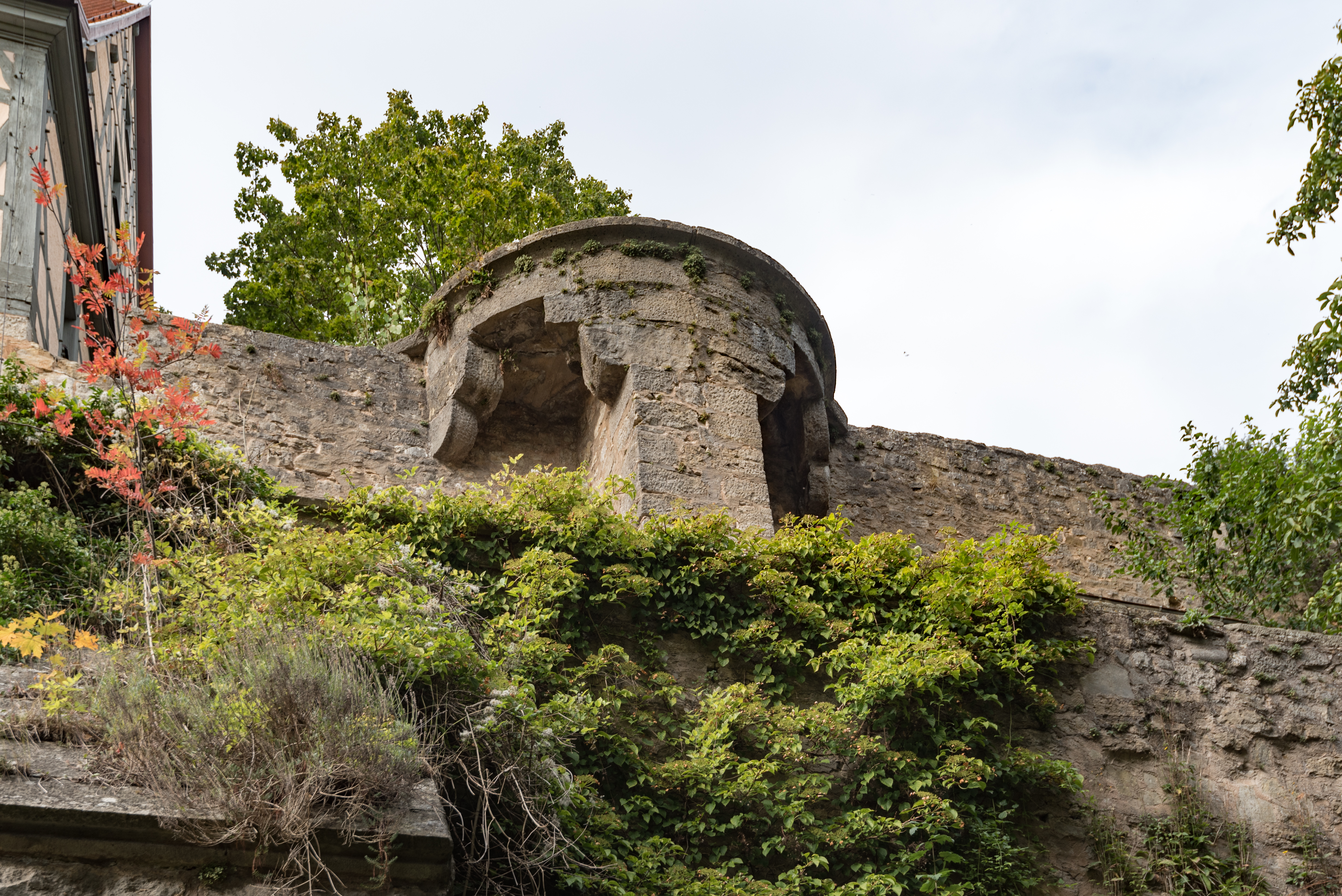
Turm am Spitalhof, von Süden weitere Bilder
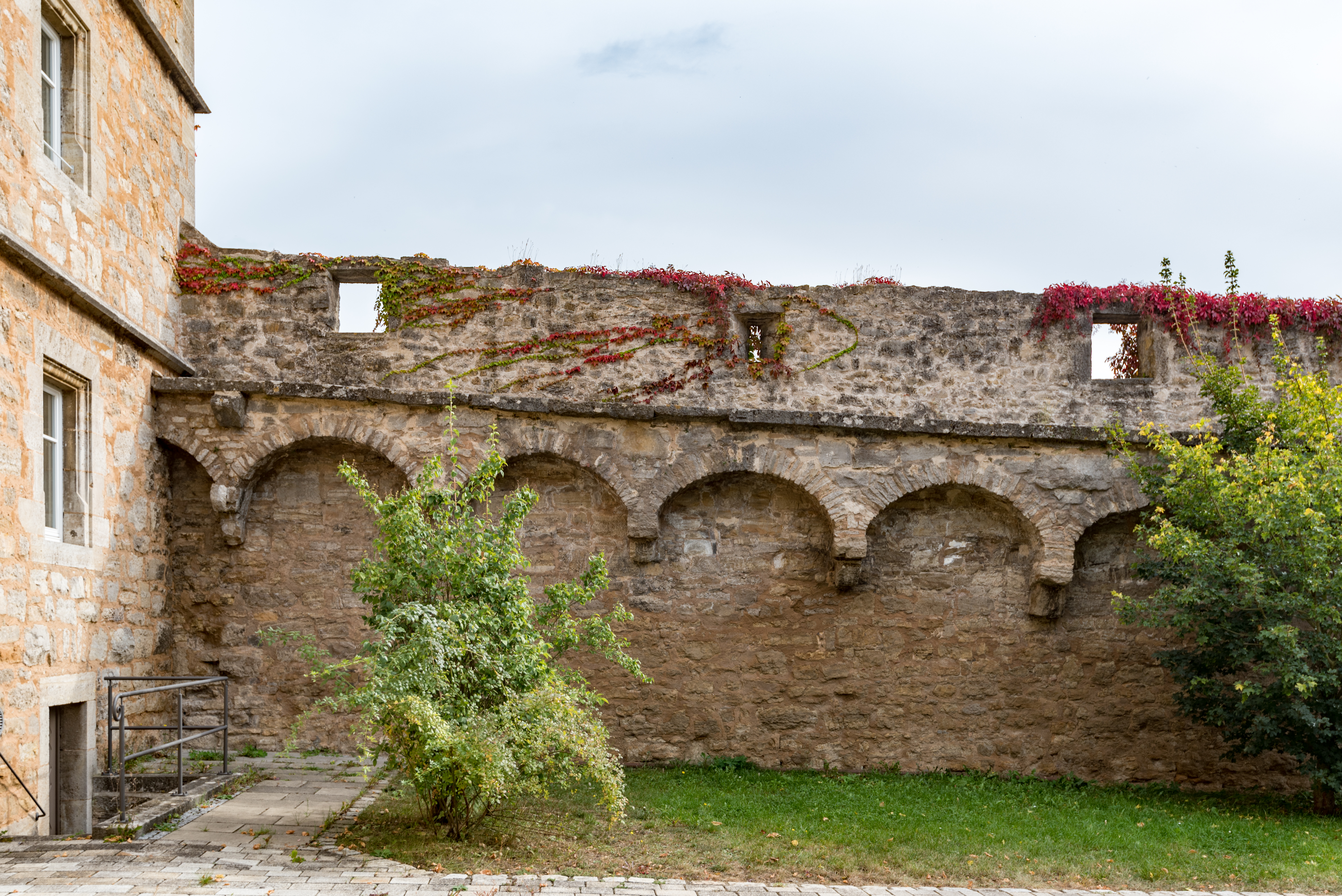
Wehrgang westlich Spitalhof 5 weitere Bilder
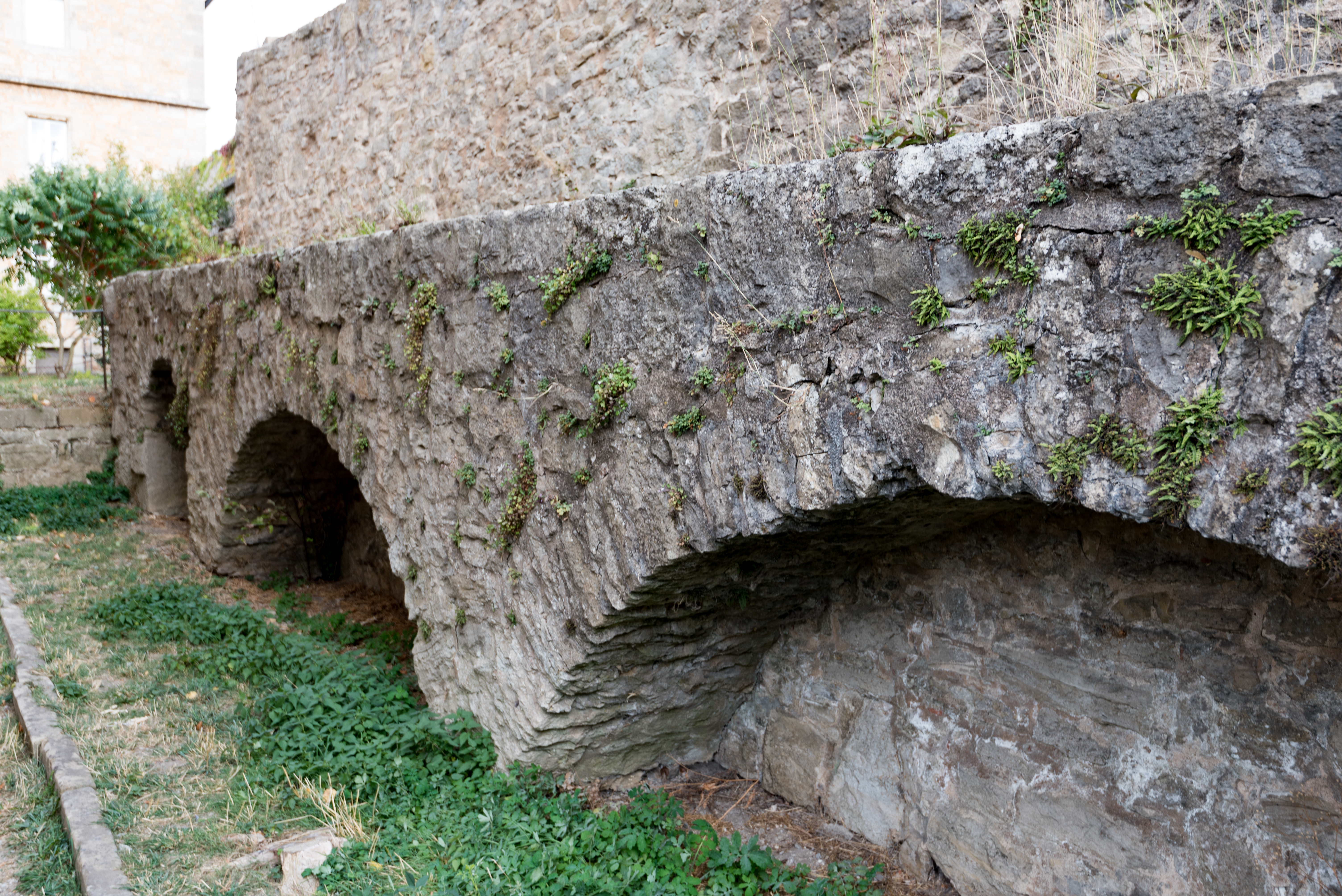
Wehrgang westlich Spitalhof 5 weitere Bilder
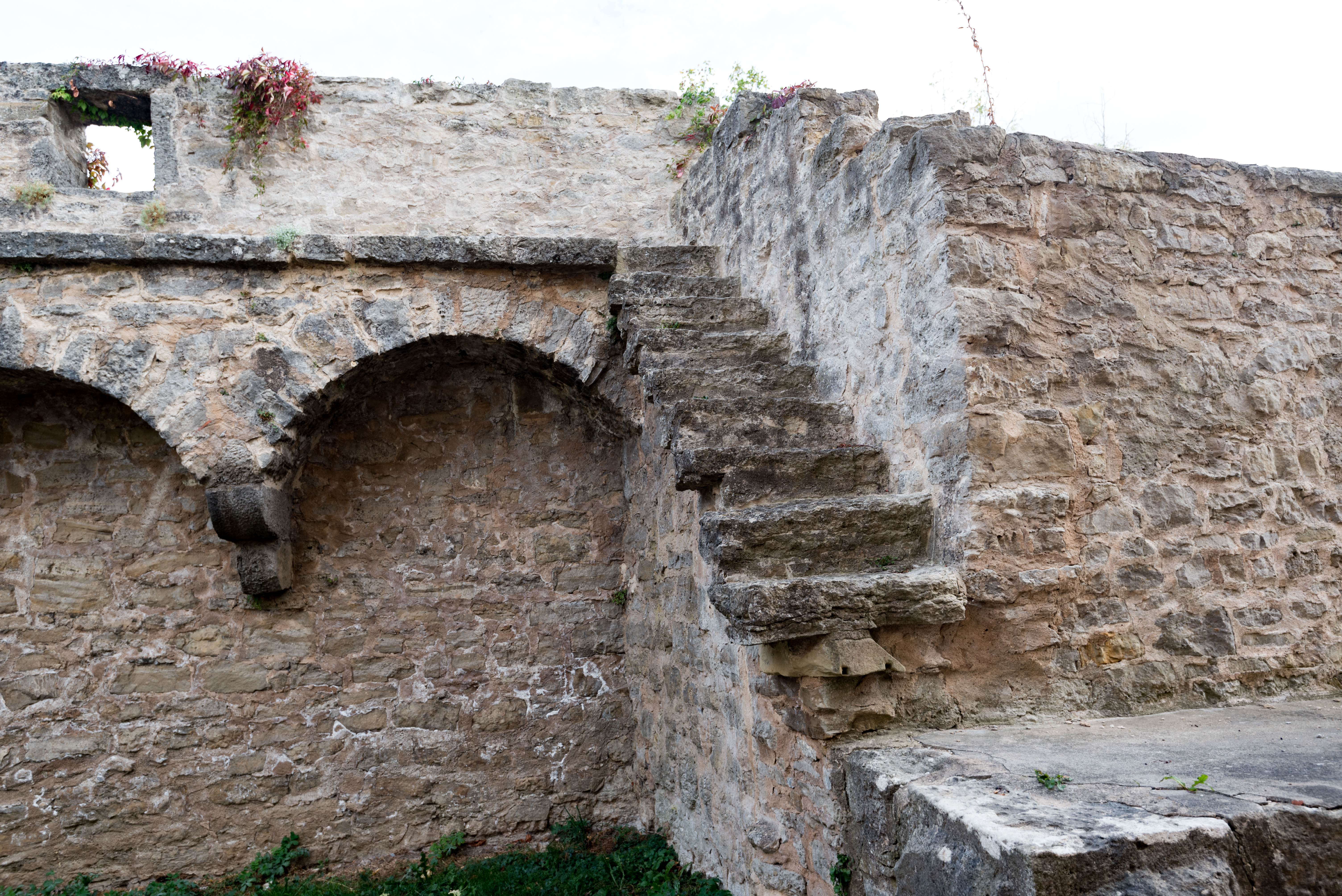
Wehrgang westlich Spitalhof 5 weitere Bilder
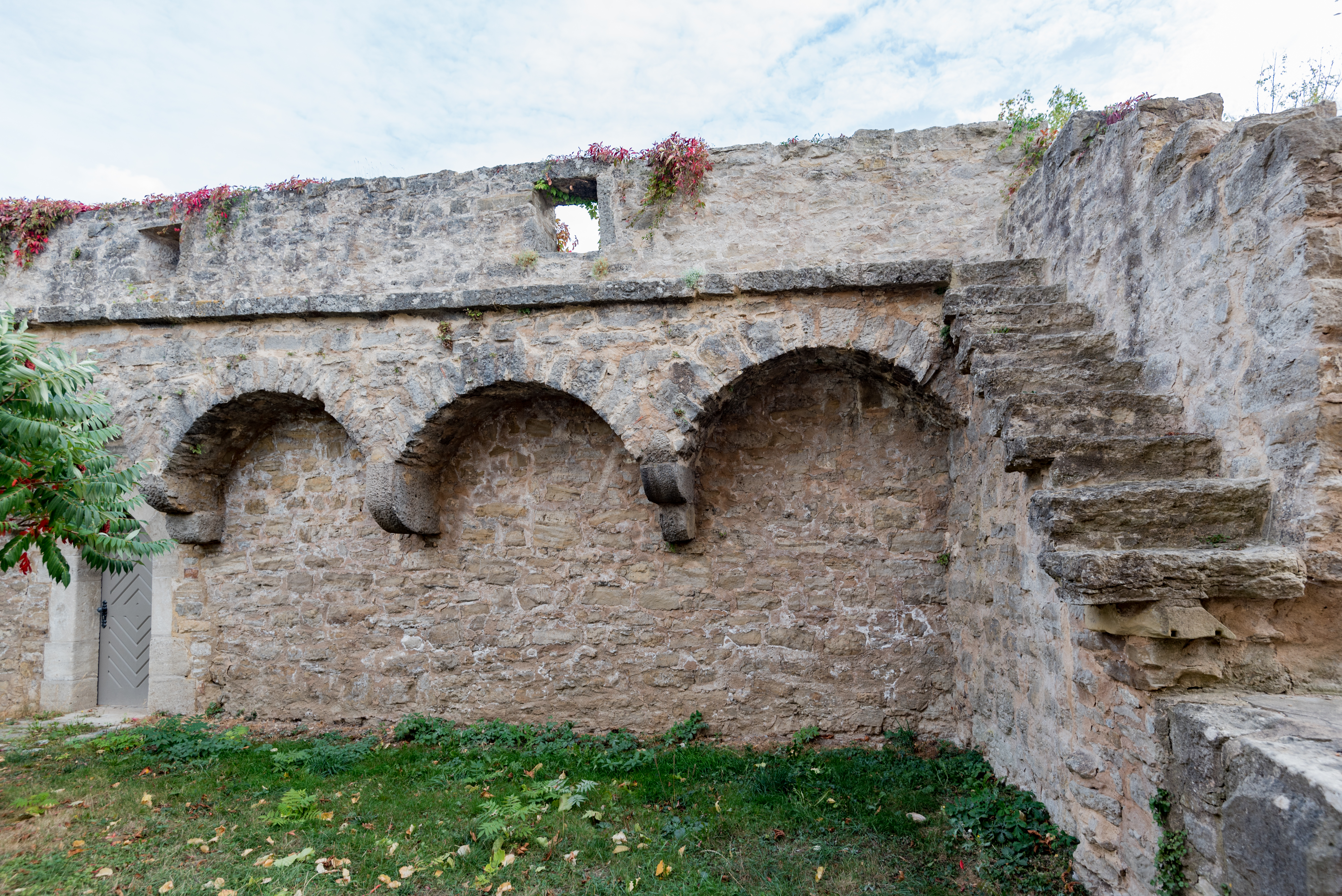
Wehrgang westlich Spitalhof 5 weitere Bilder
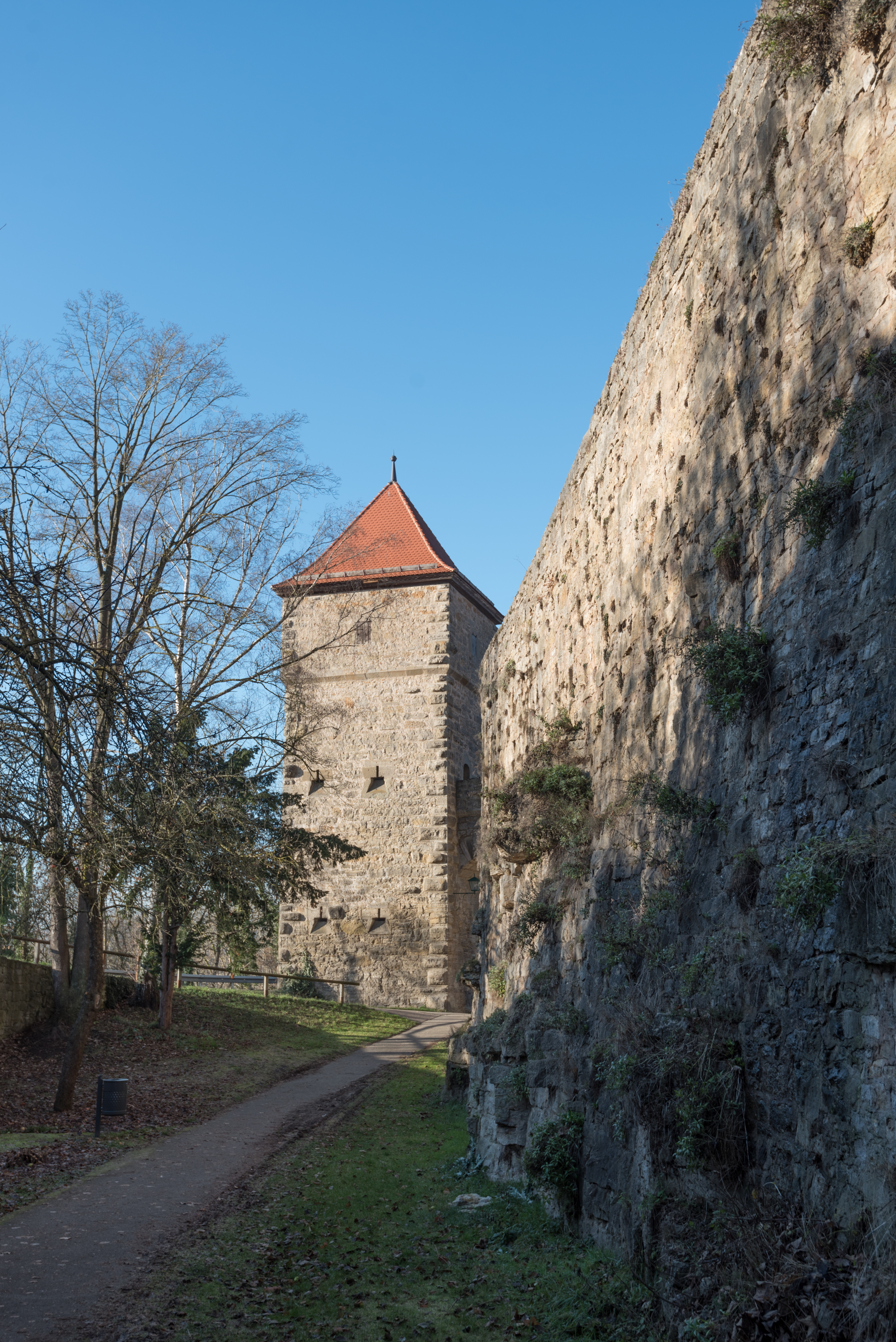
Sauturm, von Osten weitere Bilder
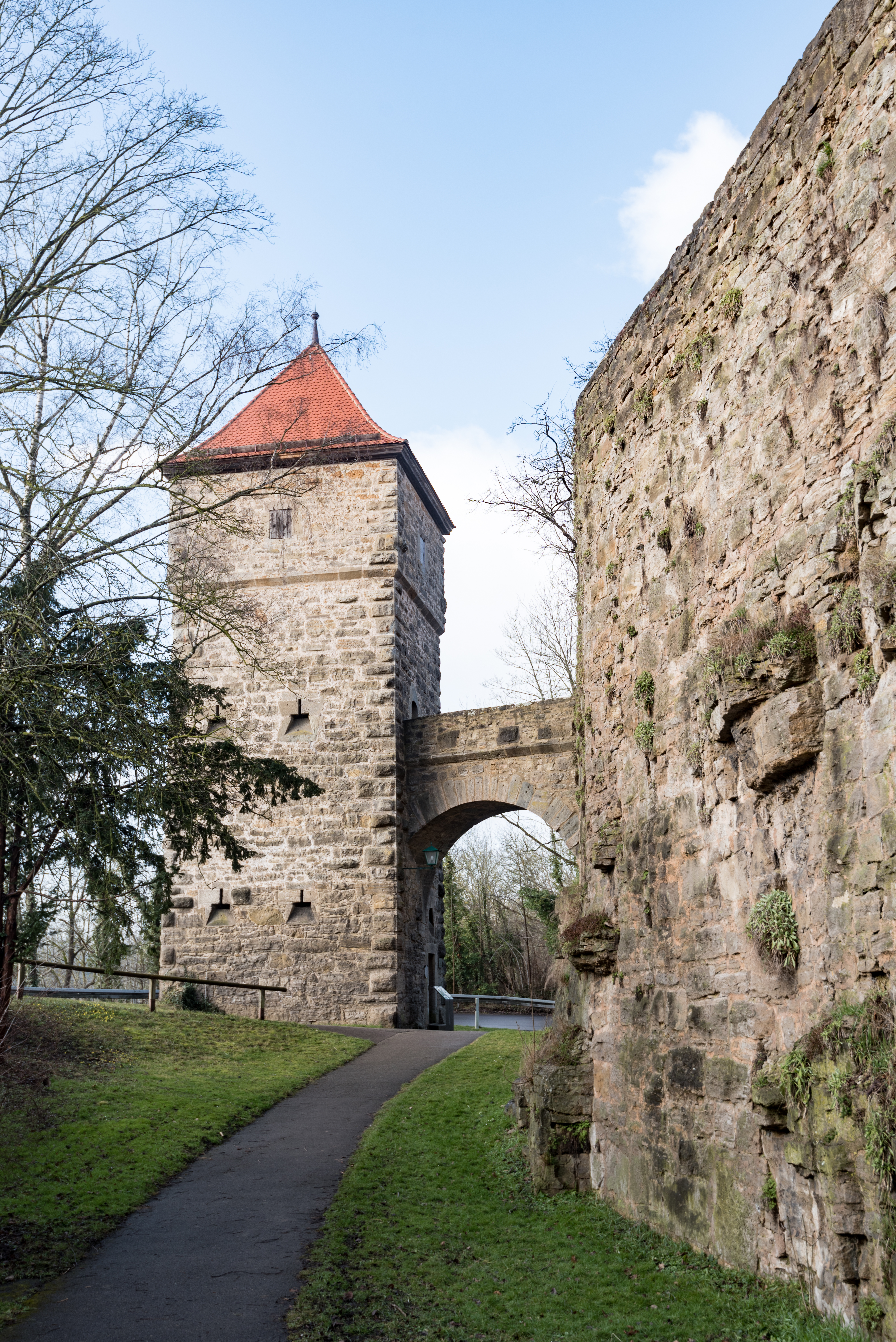
Sauturm, von Osten weitere Bilder
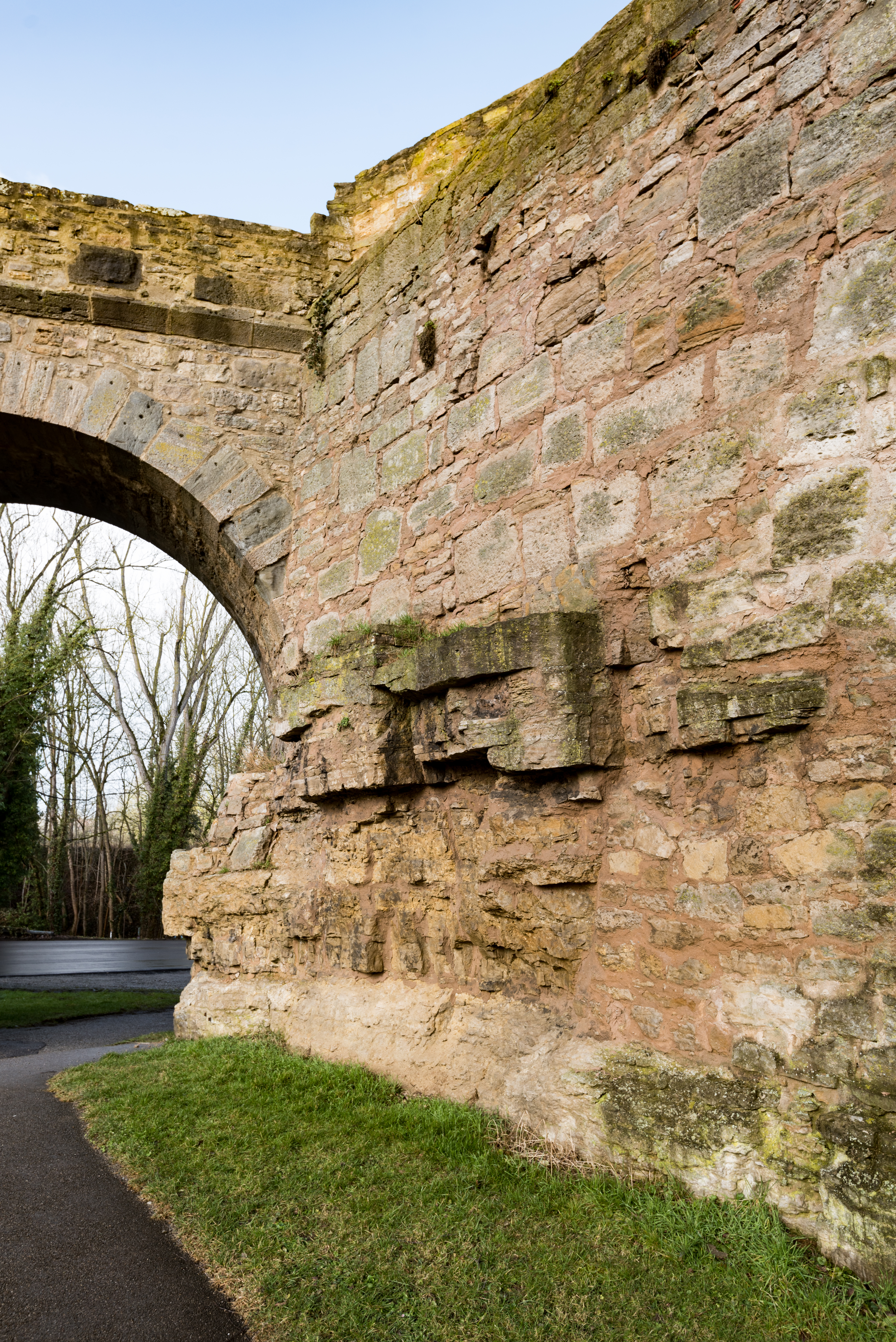
Brücke zum Sauturm, von Osten weitere Bilder
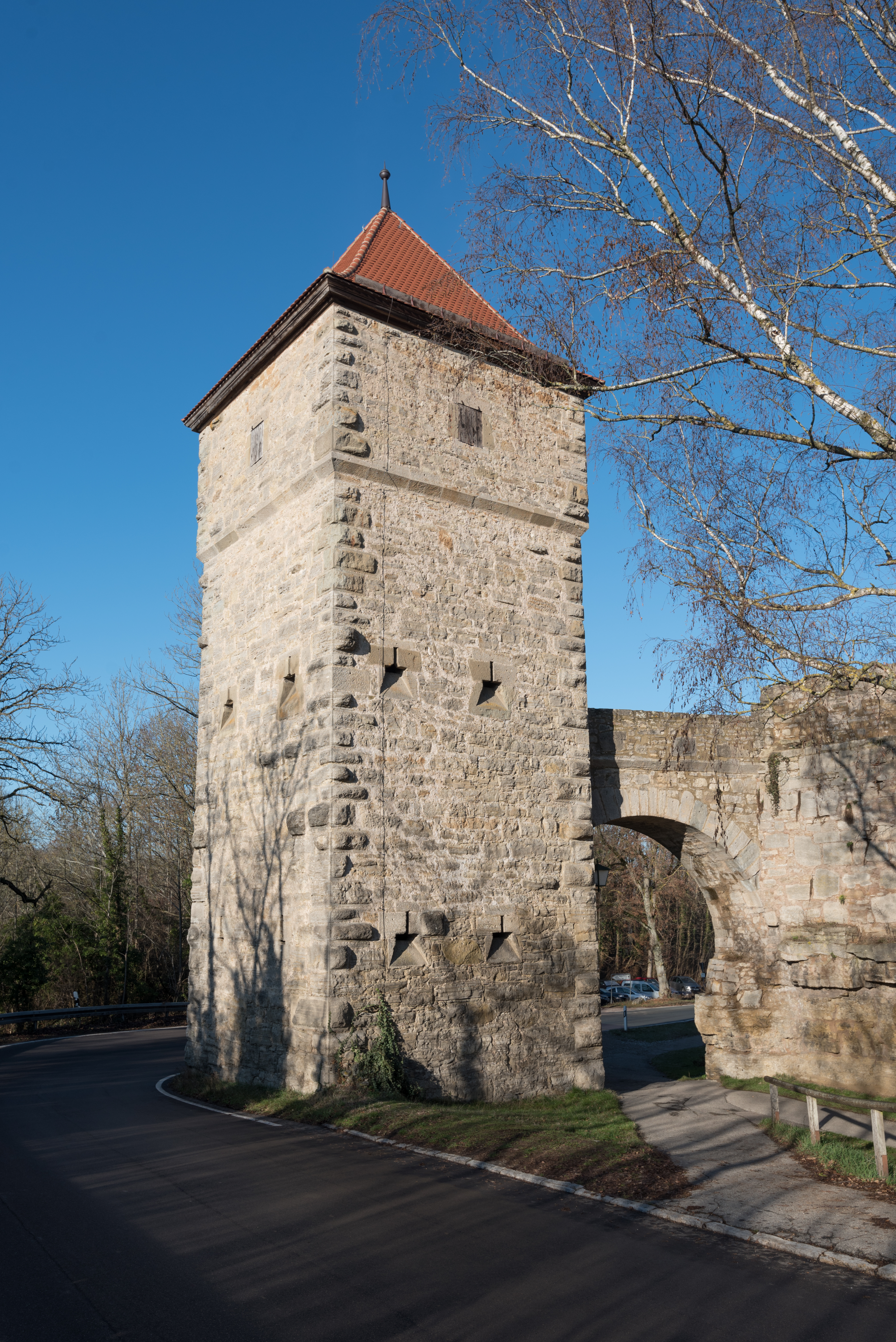
Sauturm, von Osten weitere Bilder
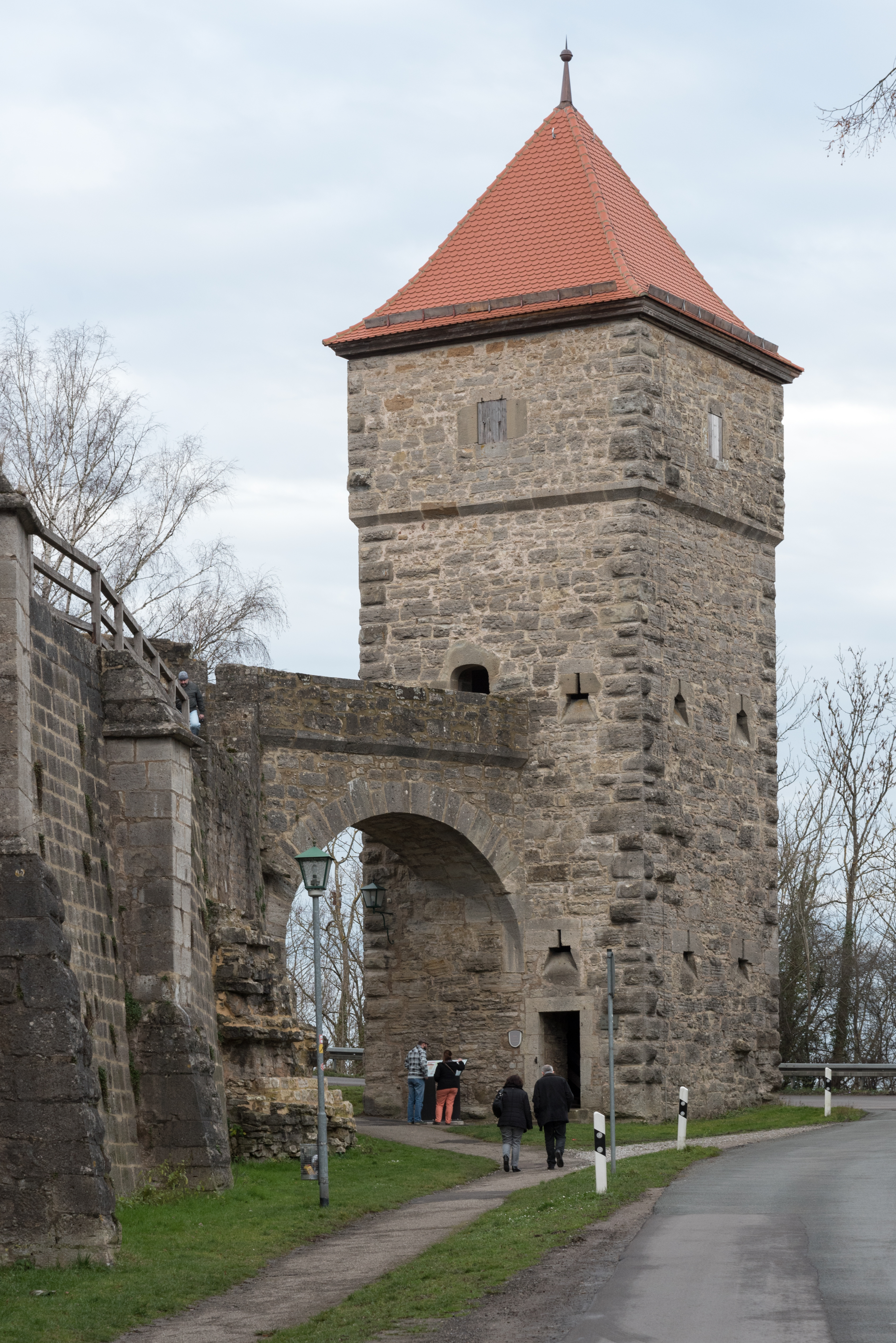
Sauturm, von Norden weitere Bilder
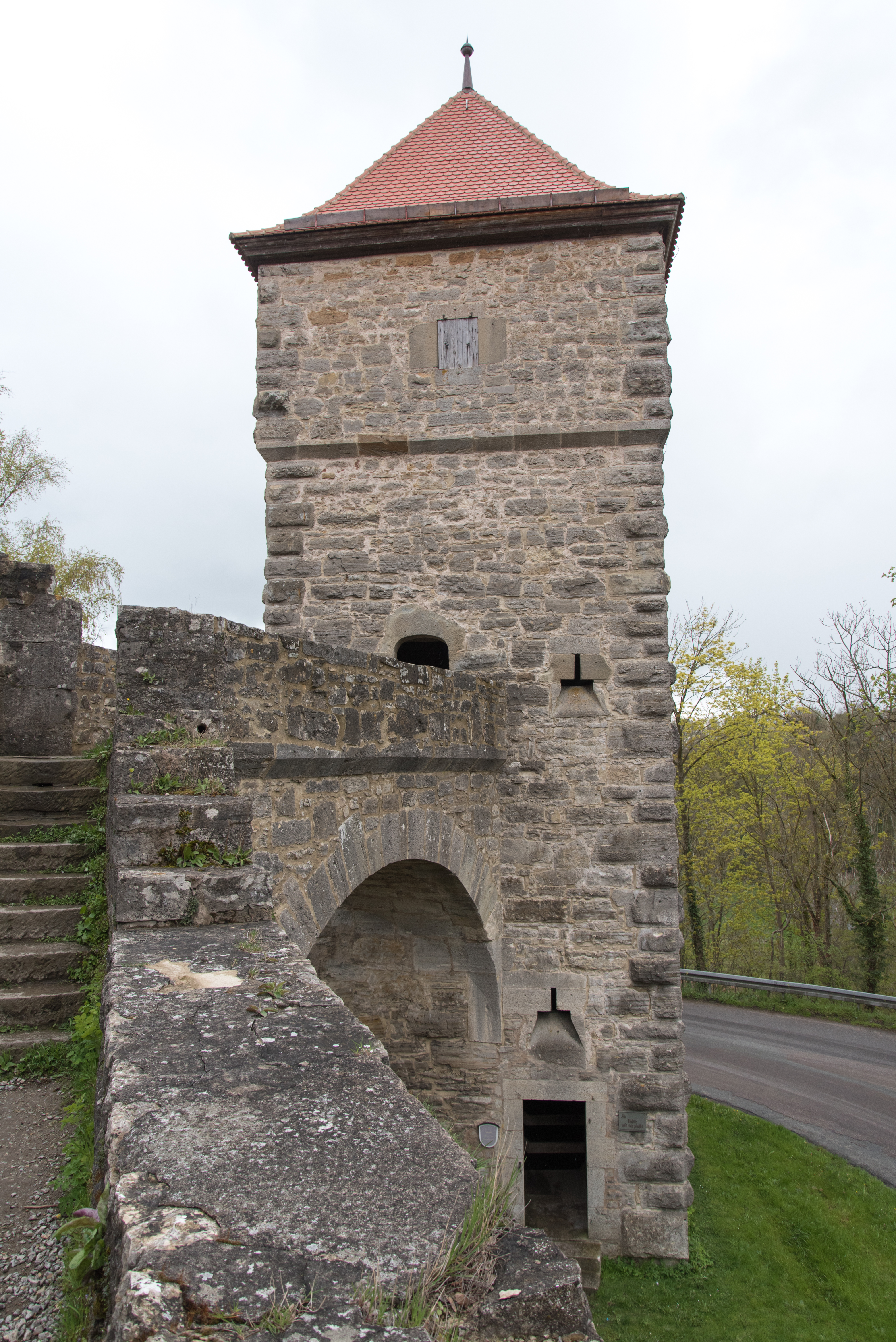
Sauturm, von Norden weitere Bilder
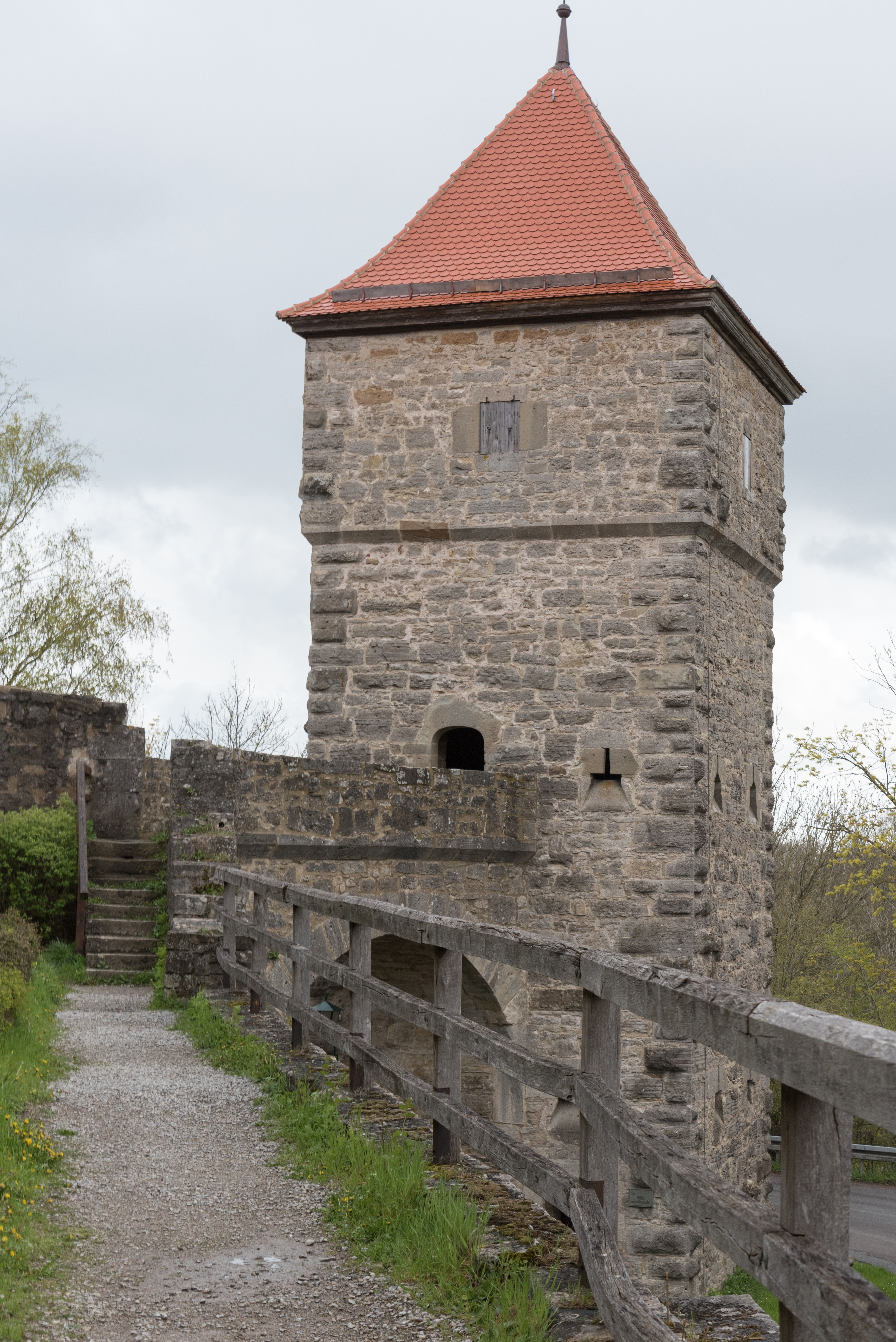
Sauturm, von Norden weitere Bilder
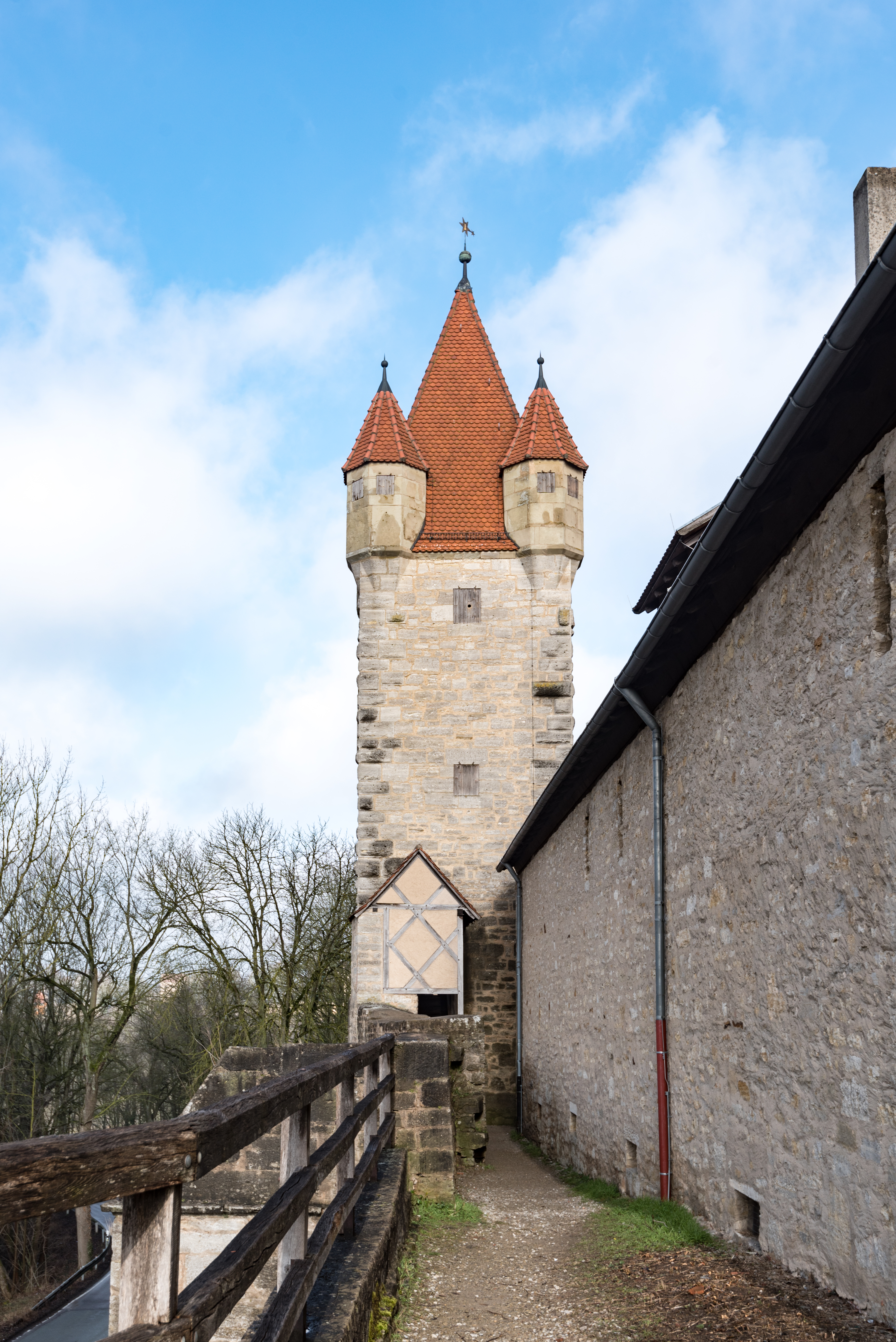
Wehrgang und Stöberleinsturm, von Süden weitere Bilder
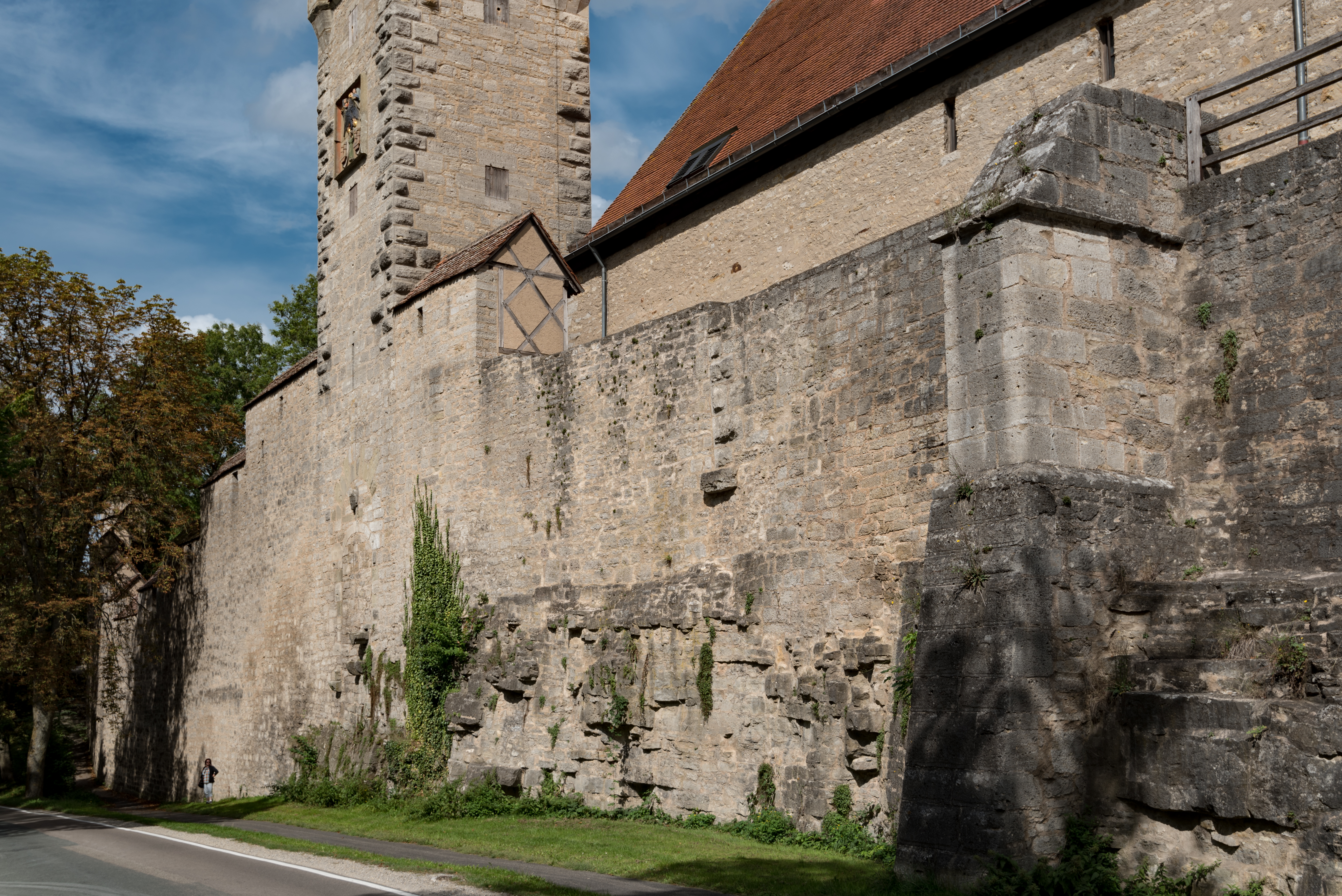
Stöberleinsturm, von Südwesten weitere Bilder
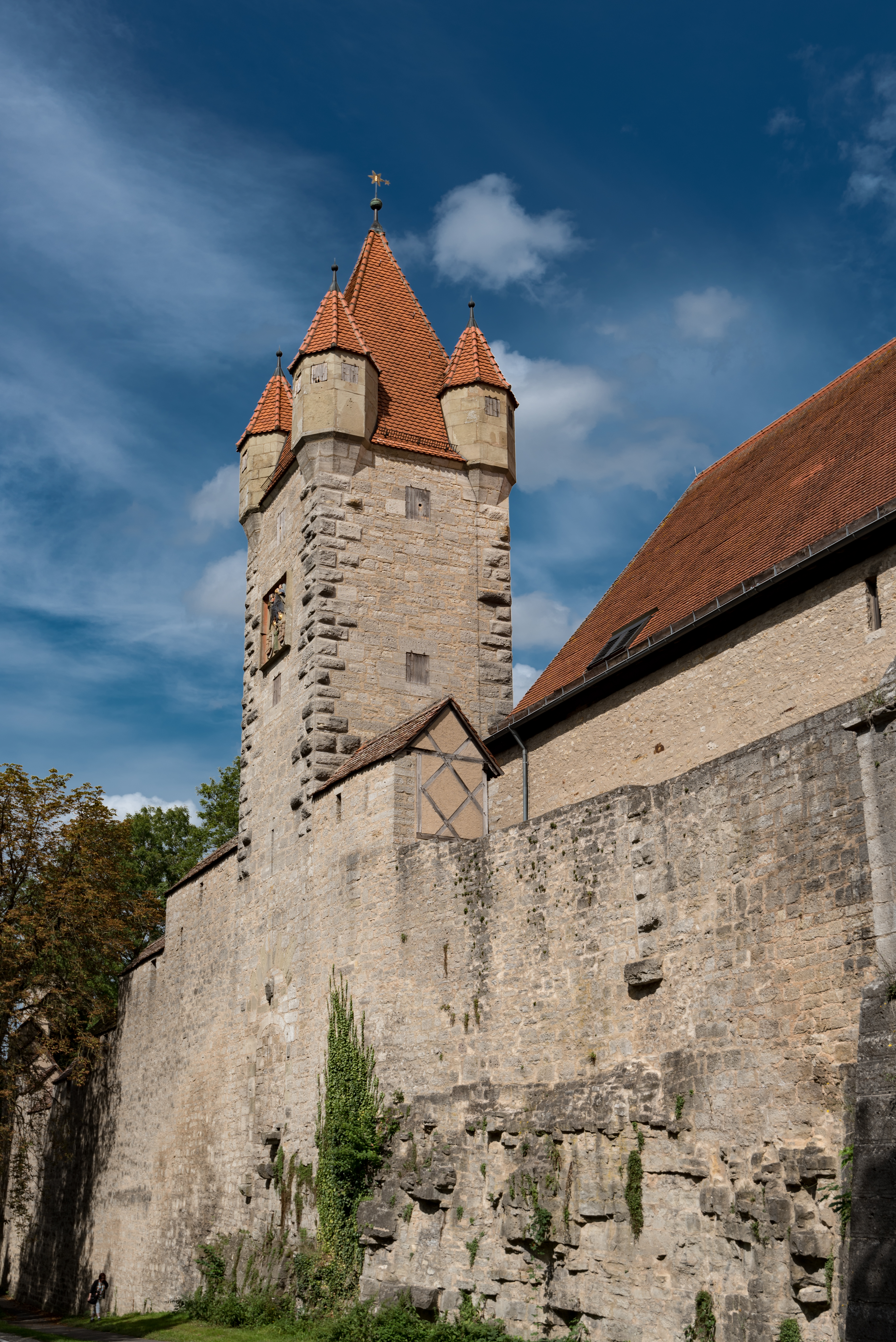
Stöberleinsturm, von Südwesten weitere Bilder
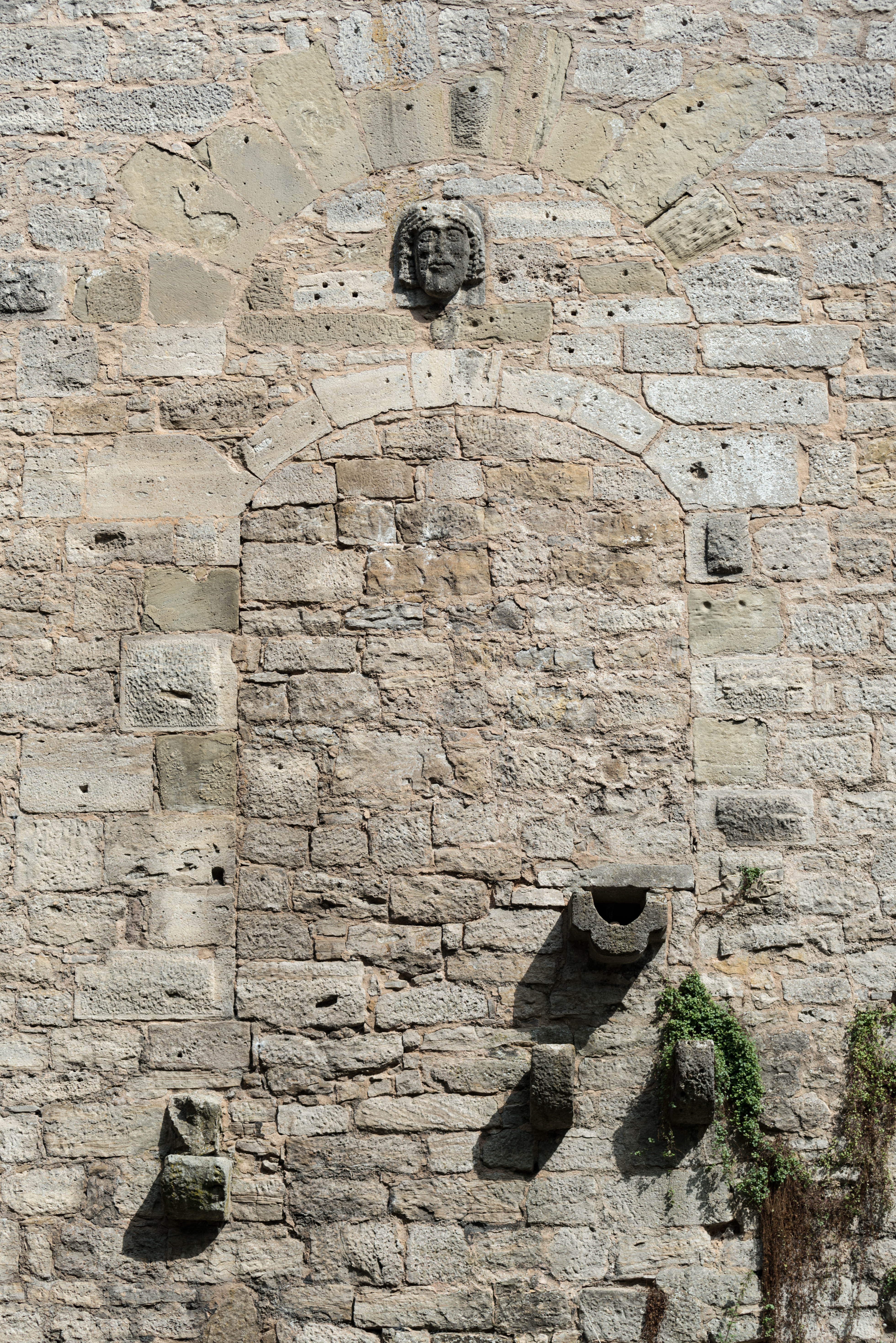
Stöberleinsturm, zugemauerte Durchfahrt, von Westen weitere Bilder
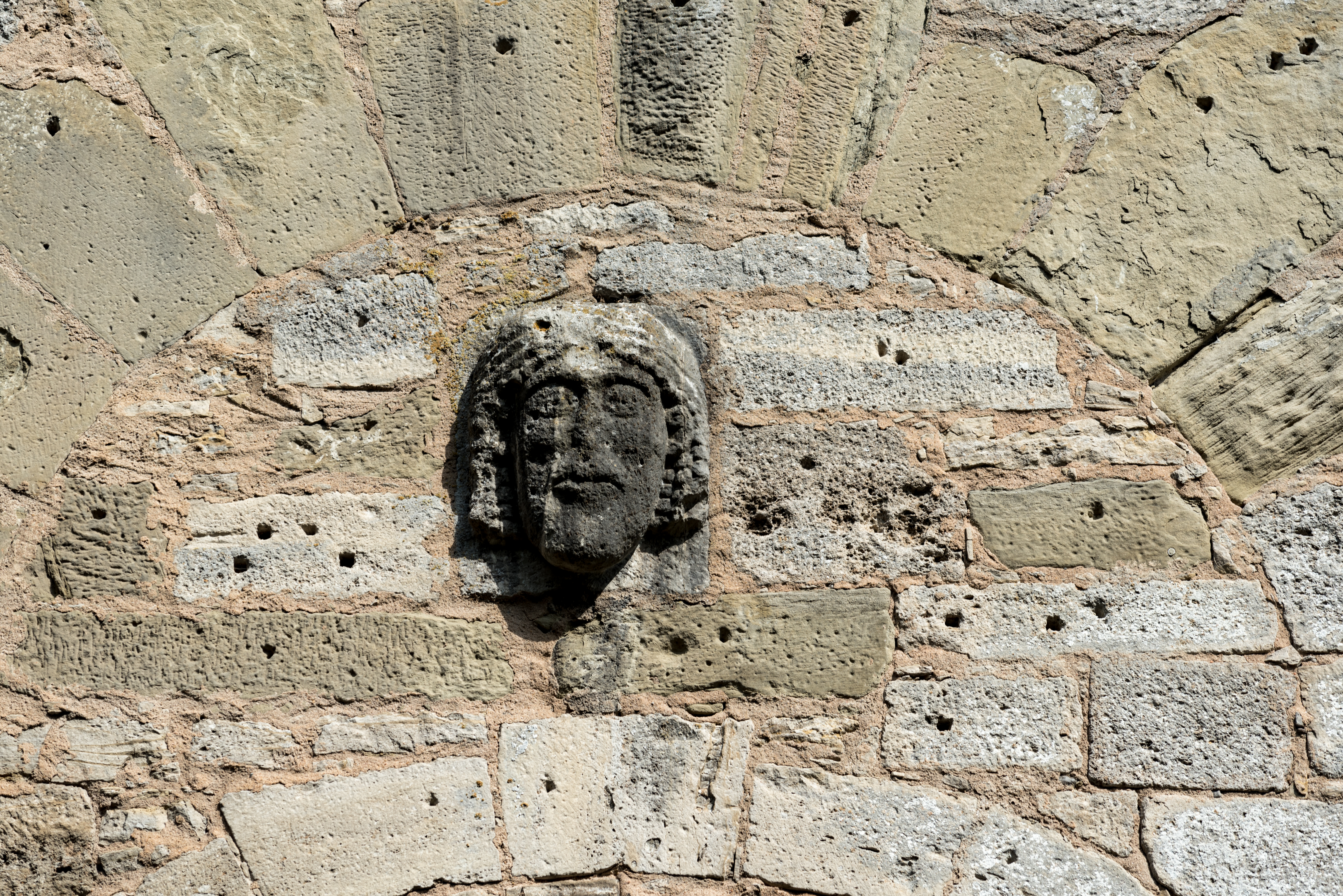
Stöberleinsturm, Kopfskulptur, von Westen weitere Bilder
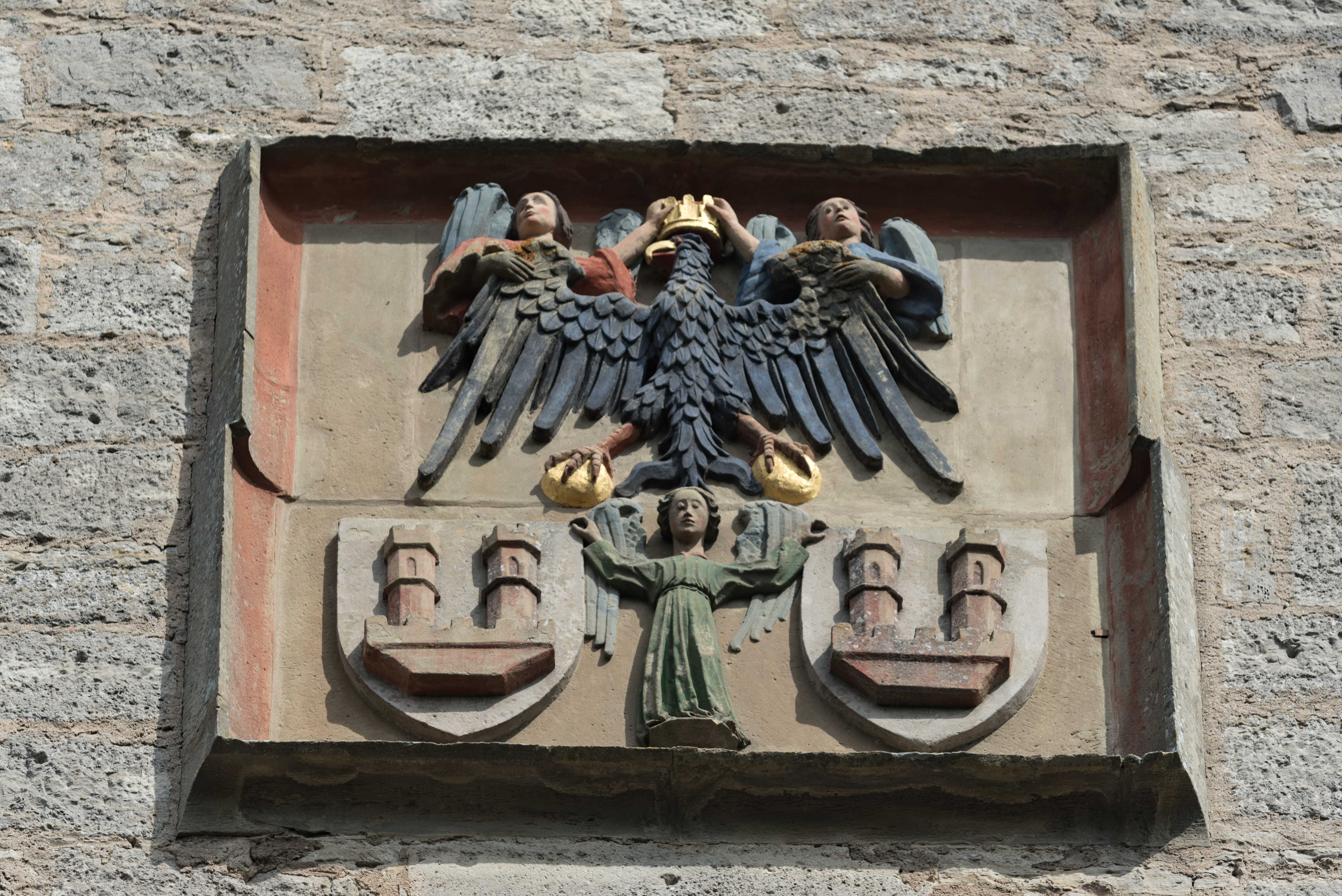
Stöberleinsturm, Wappen, von Westen weitere Bilder
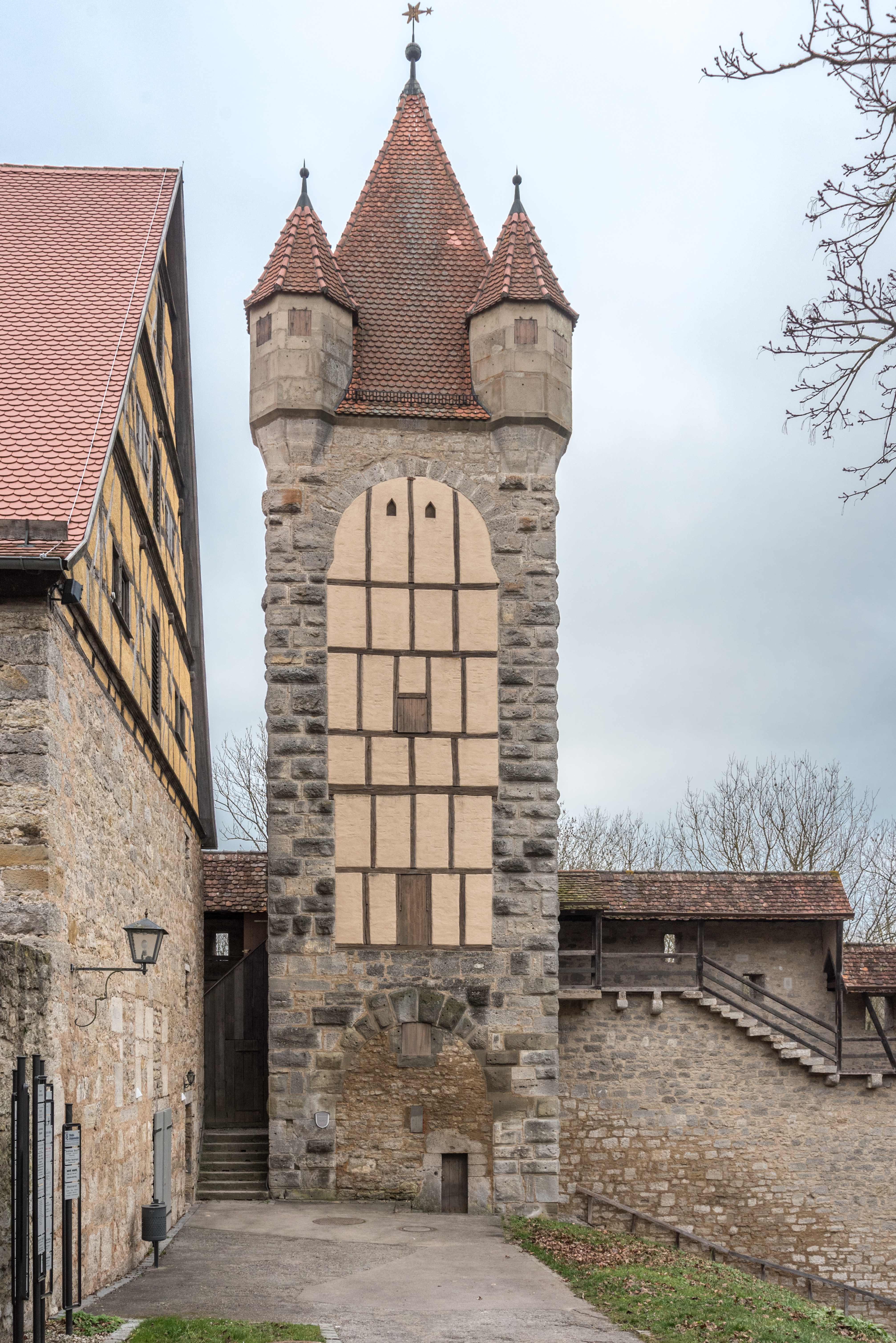
Stöberleinsturm, von Osten weitere Bilder
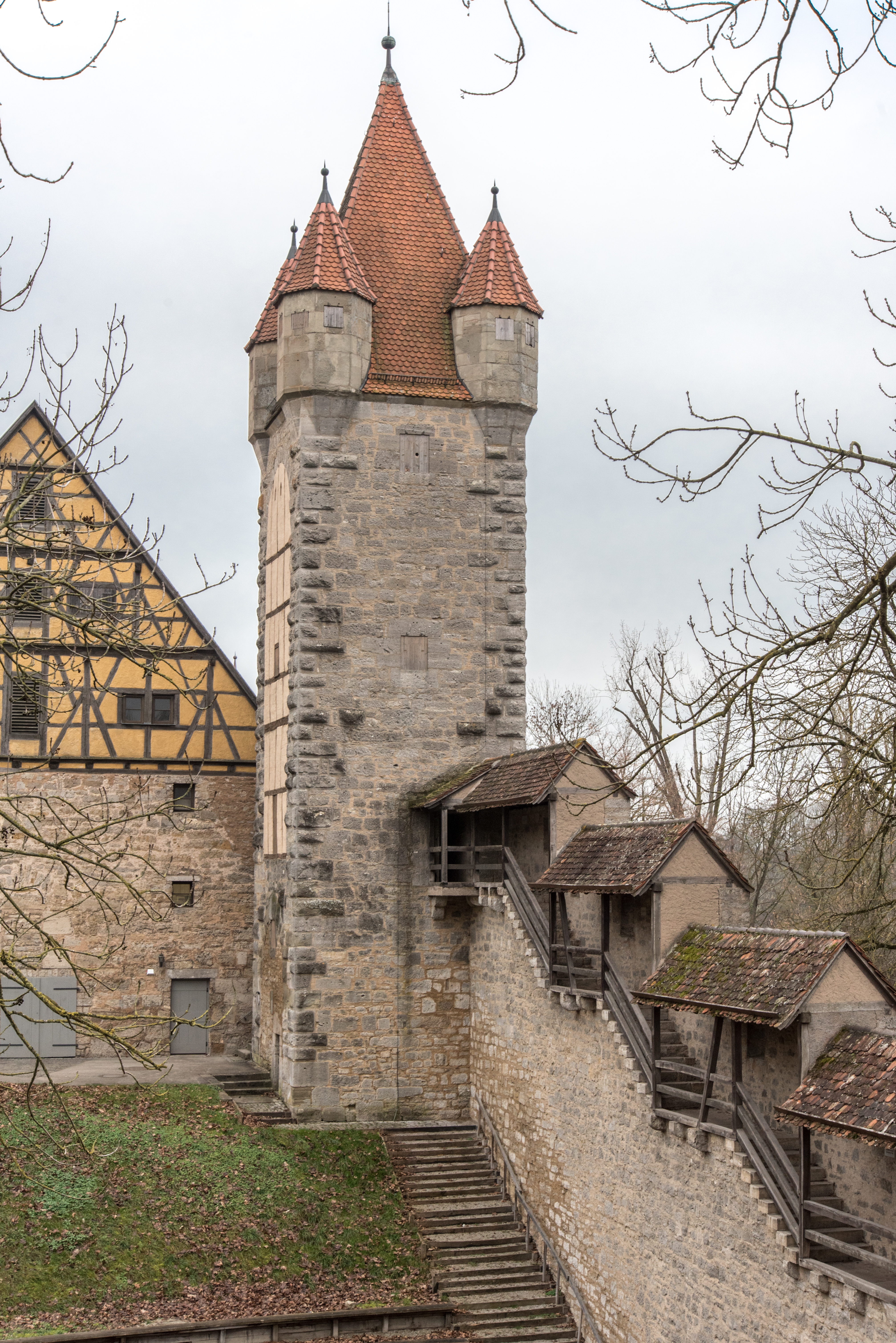
Stöberleinsturm, von Norden weitere Bilder
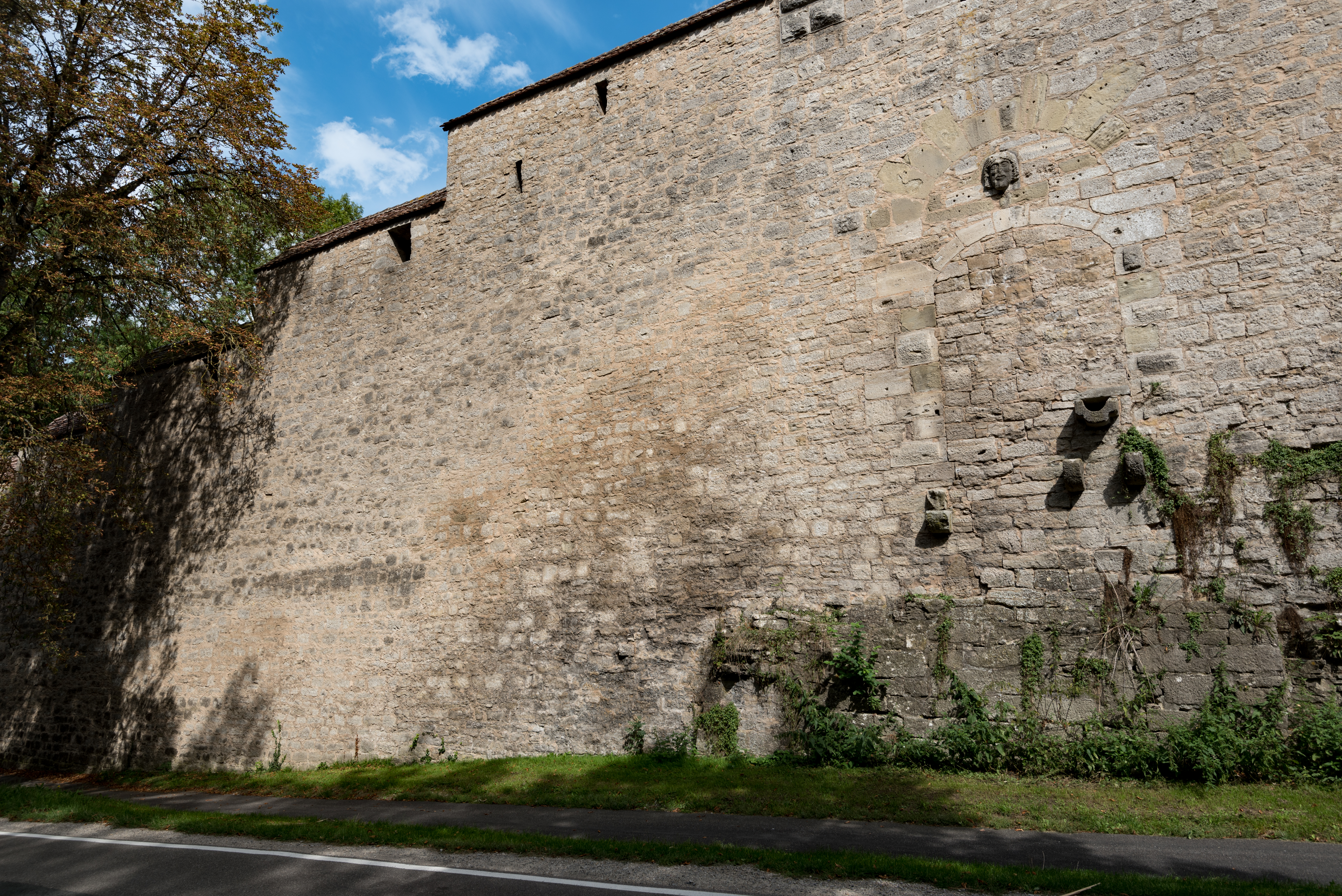
Stadtmauer nördlich Stöberleinsturm, von Westen weitere Bilder
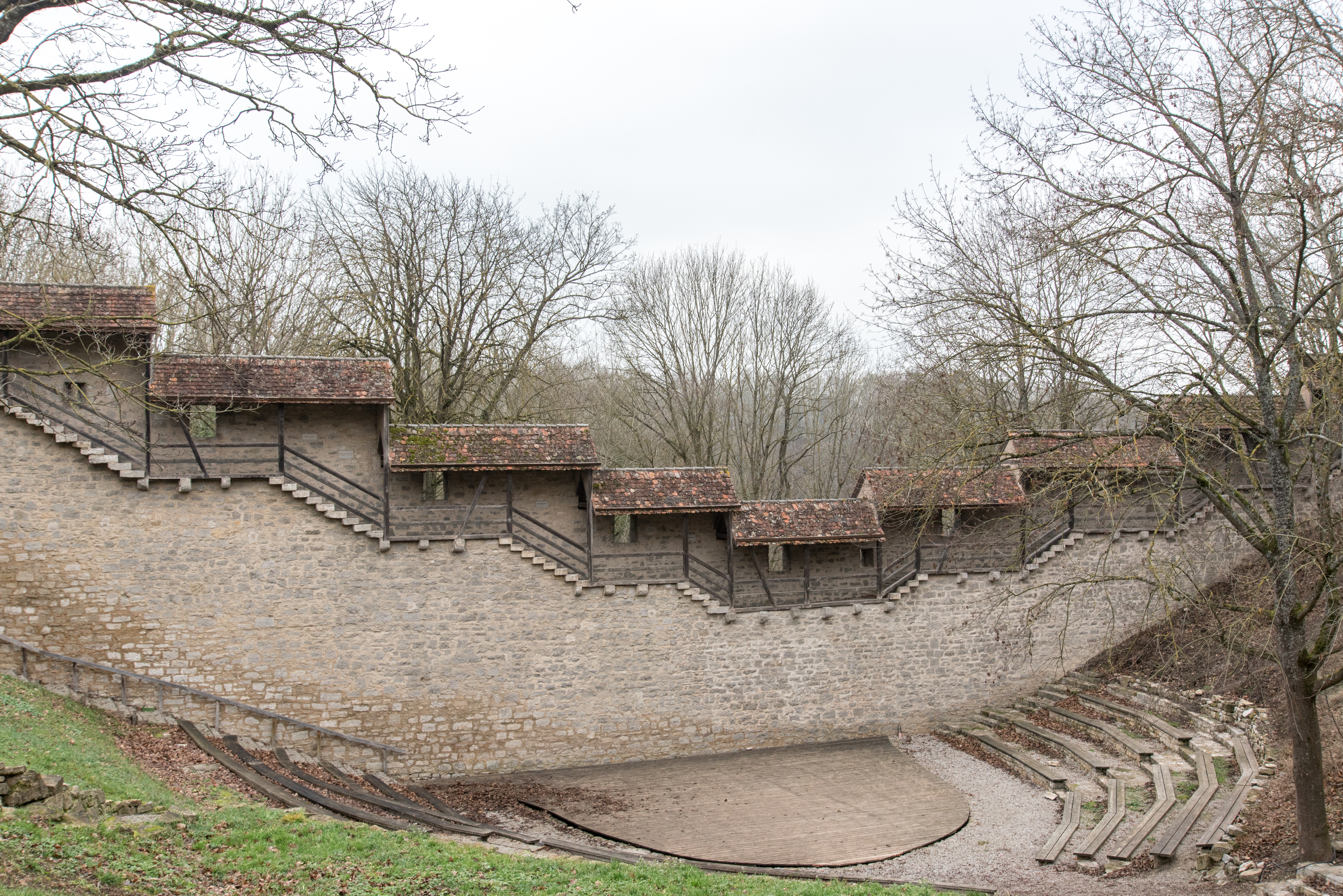
Stadtmauer nördlich Stöberleinsturm, von Osten weitere Bilder
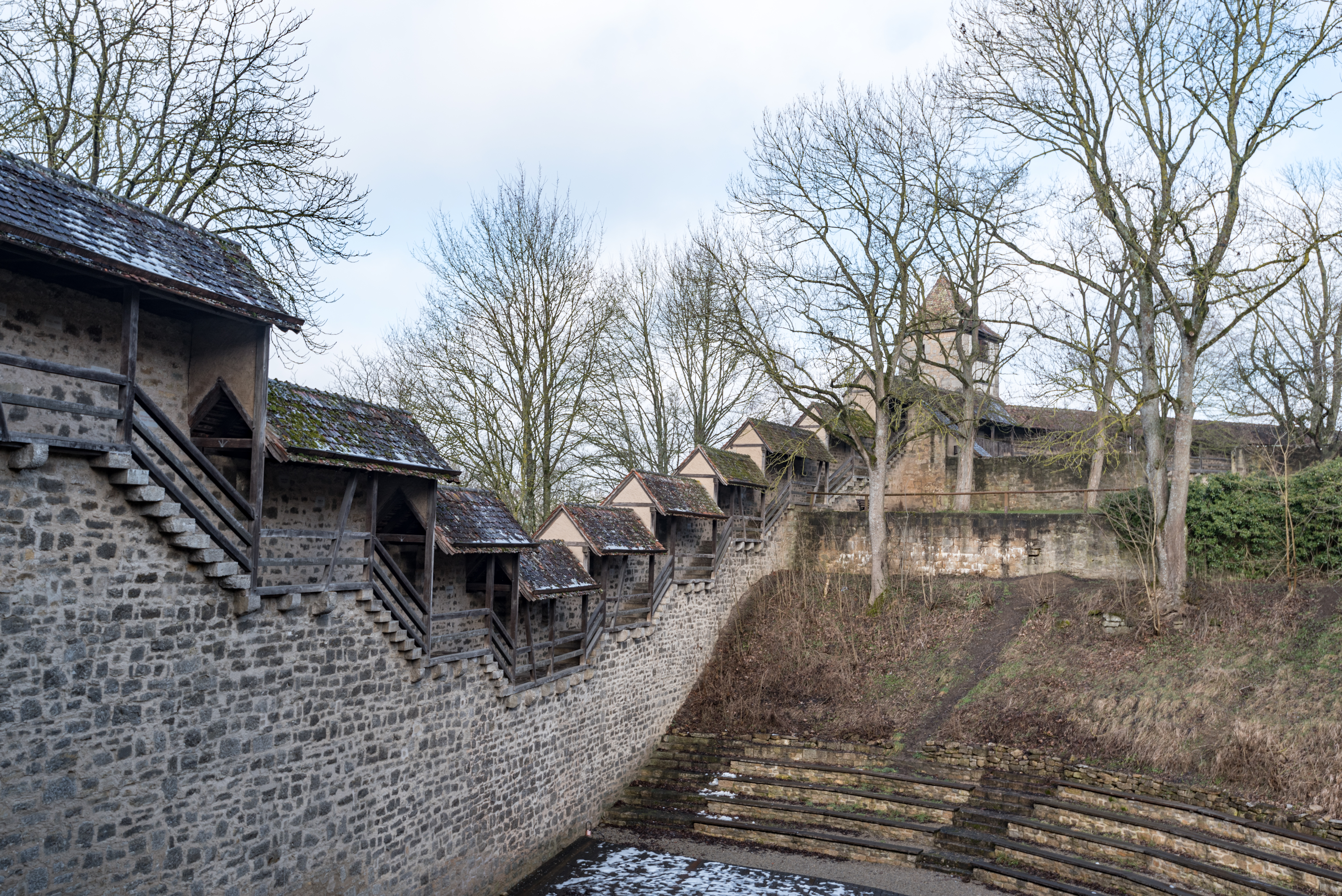
Stadtmauer nördlich Stöberleinsturm, von Osten weitere Bilder
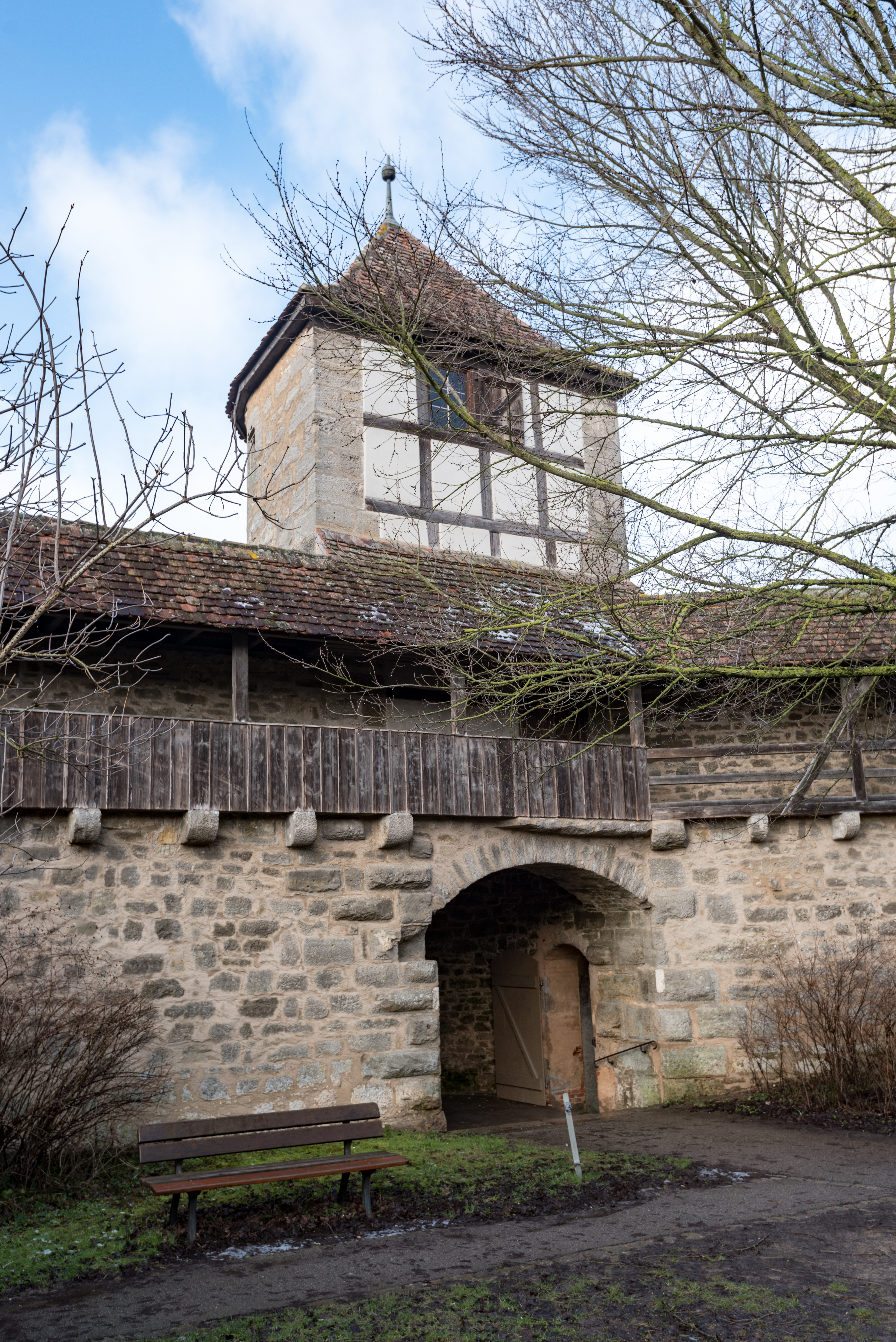
Kalkturm, Stadtseite weitere Bilder
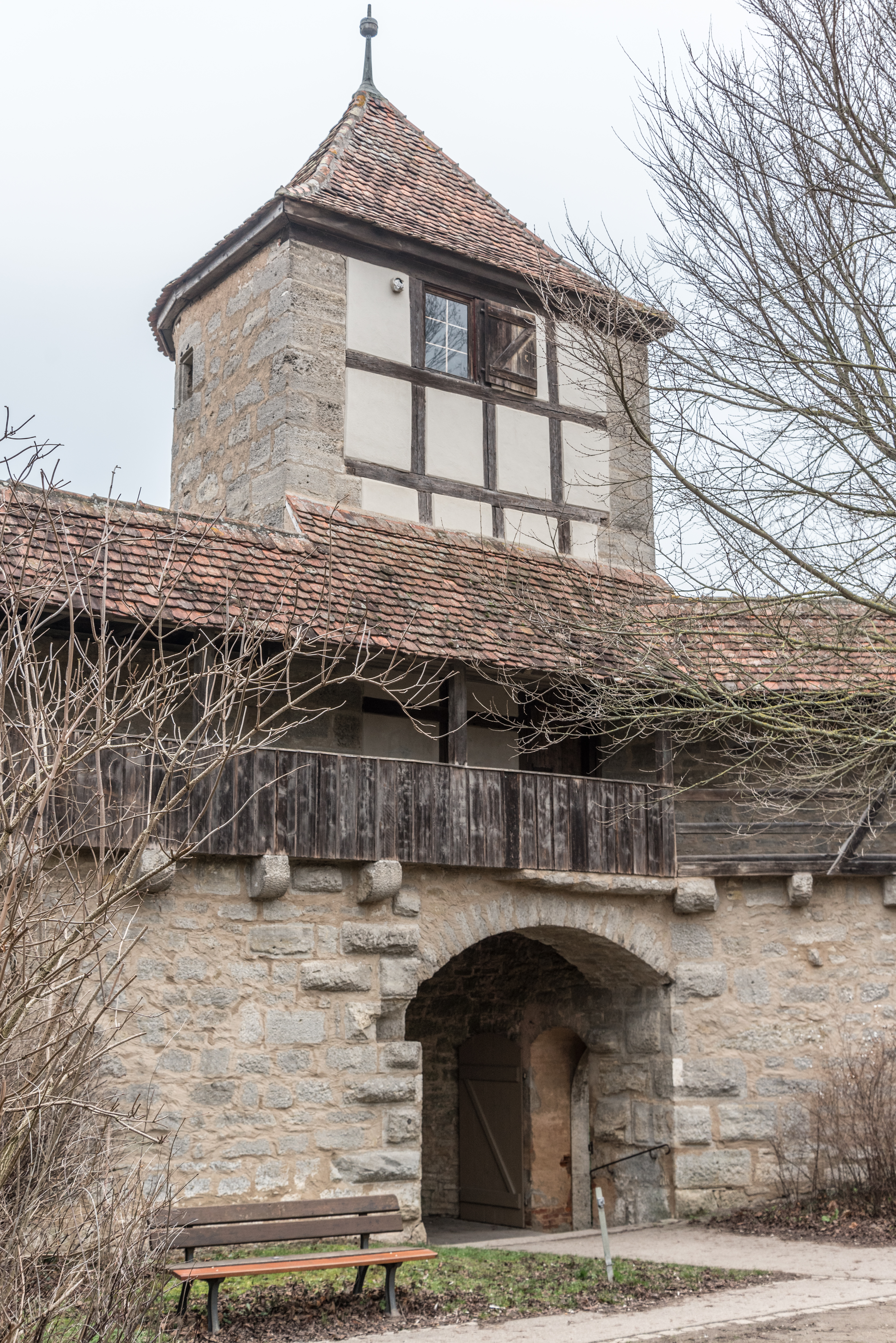
Kalkturm, Stadtseite weitere Bilder
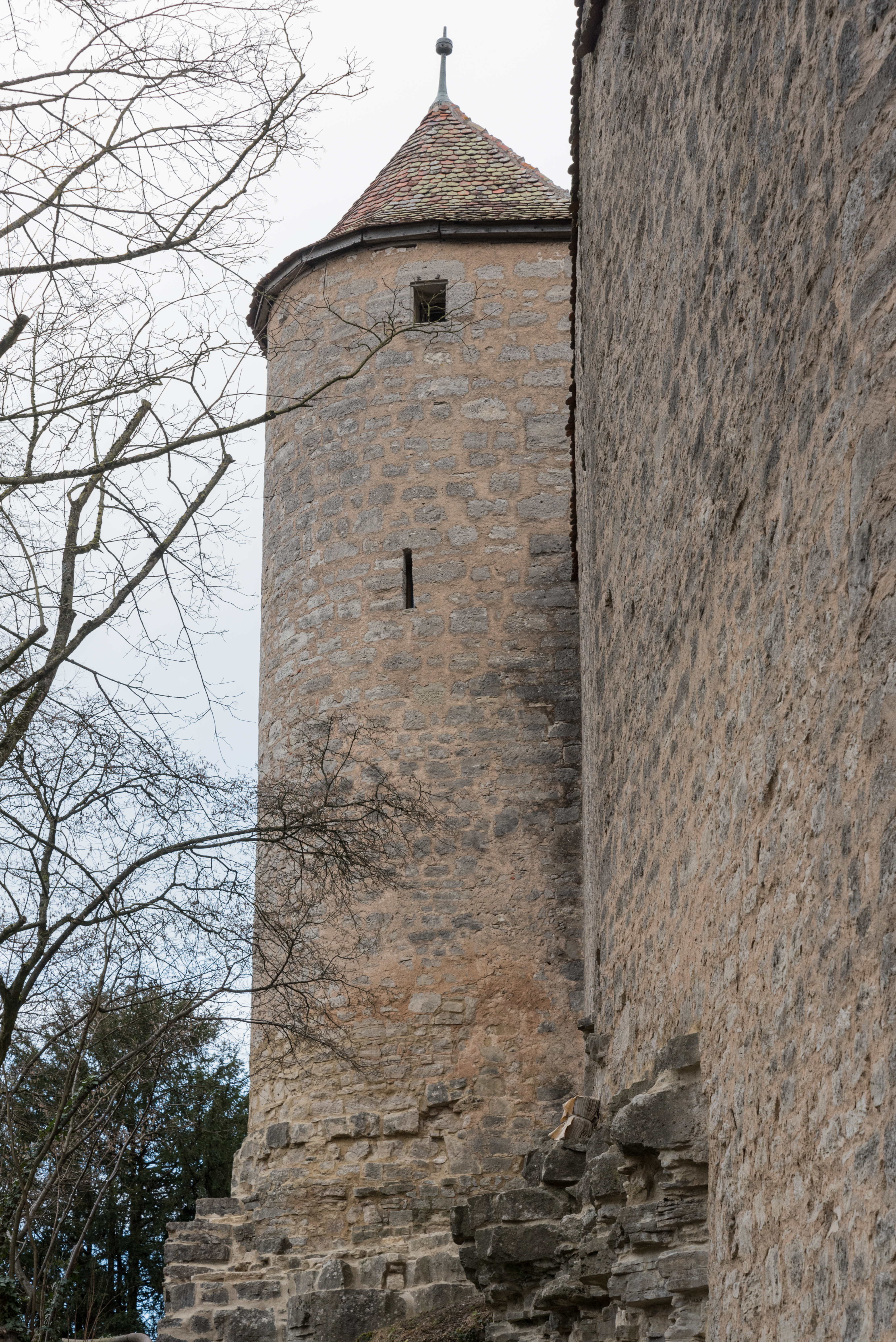
Kalkturm, Feldseite, von Süden weitere Bilder
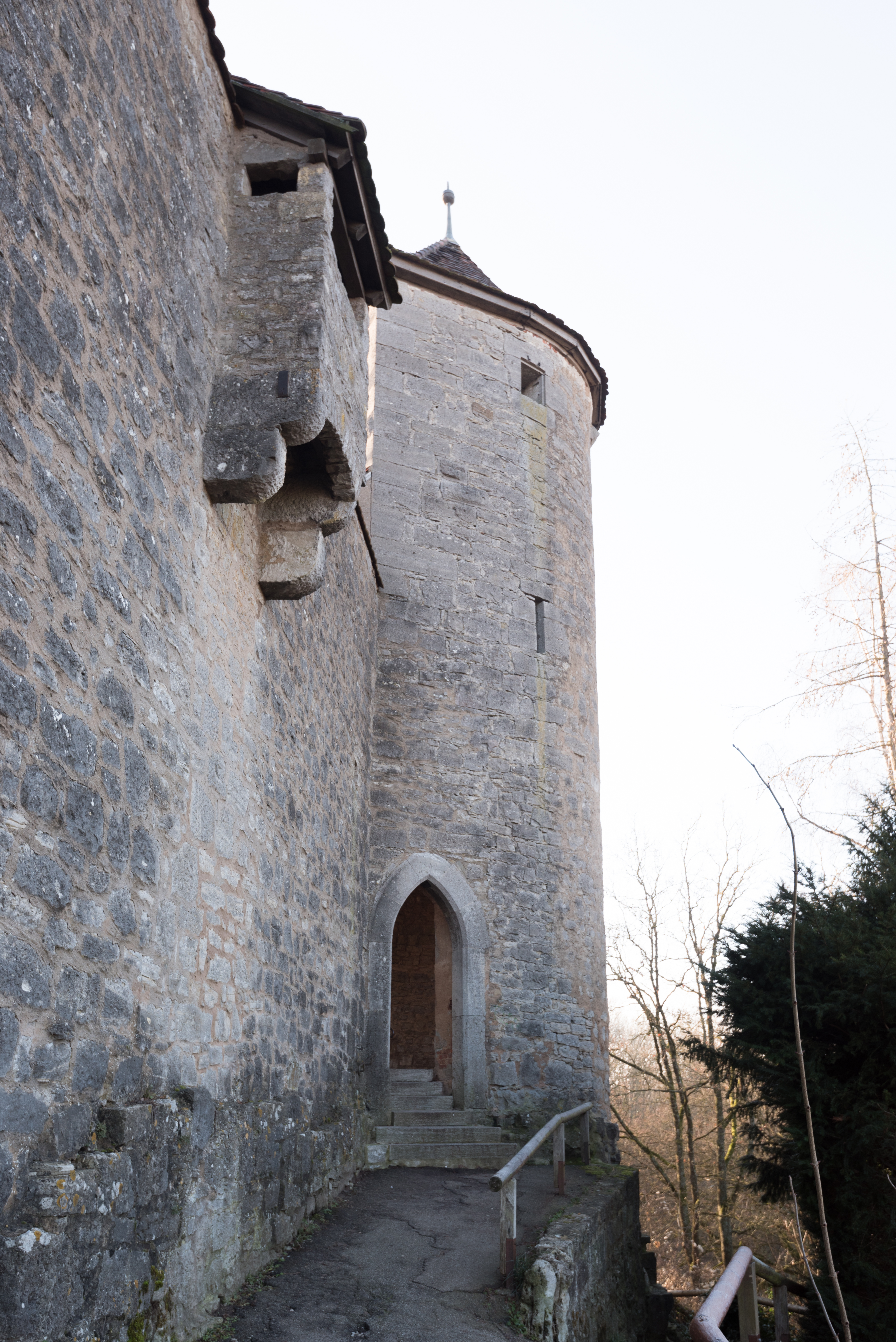
Kalkturm, Feldseite, von Norden weitere Bilder
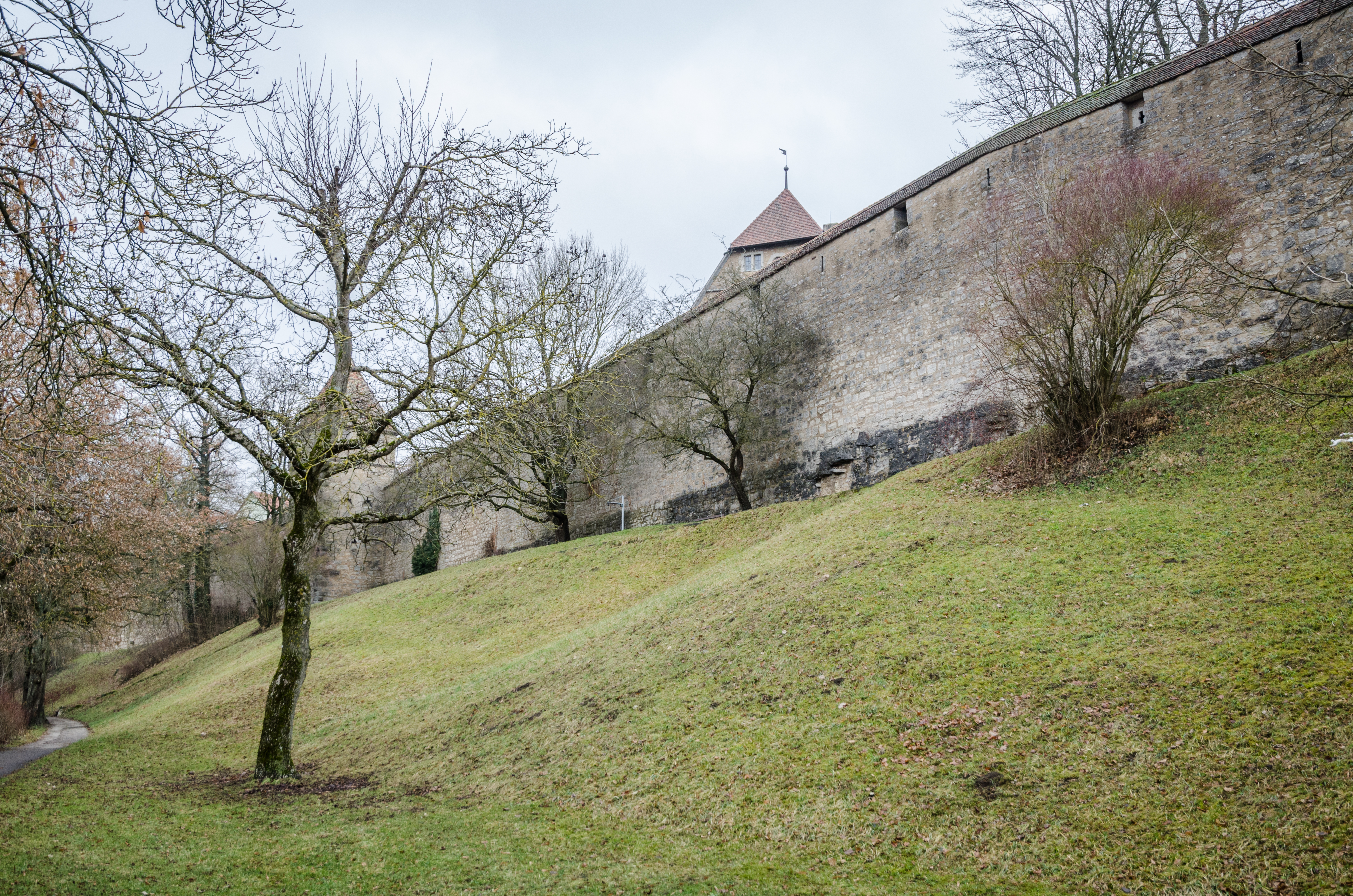
Stadtmauer zwischen Fischturm und Kalkturm, von Westen weitere Bilder
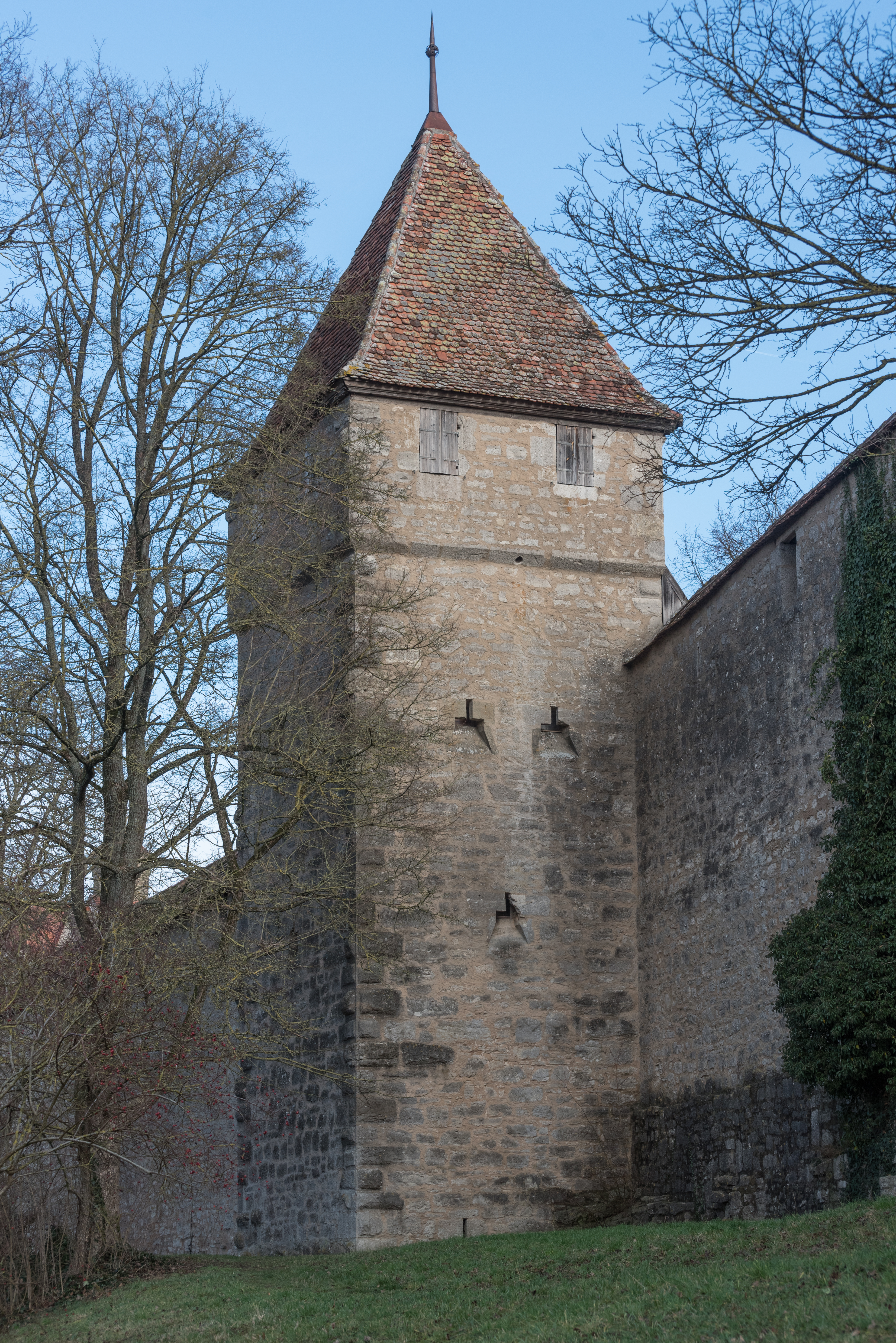
Fischturm, Feldseite, von Süden weitere Bilder
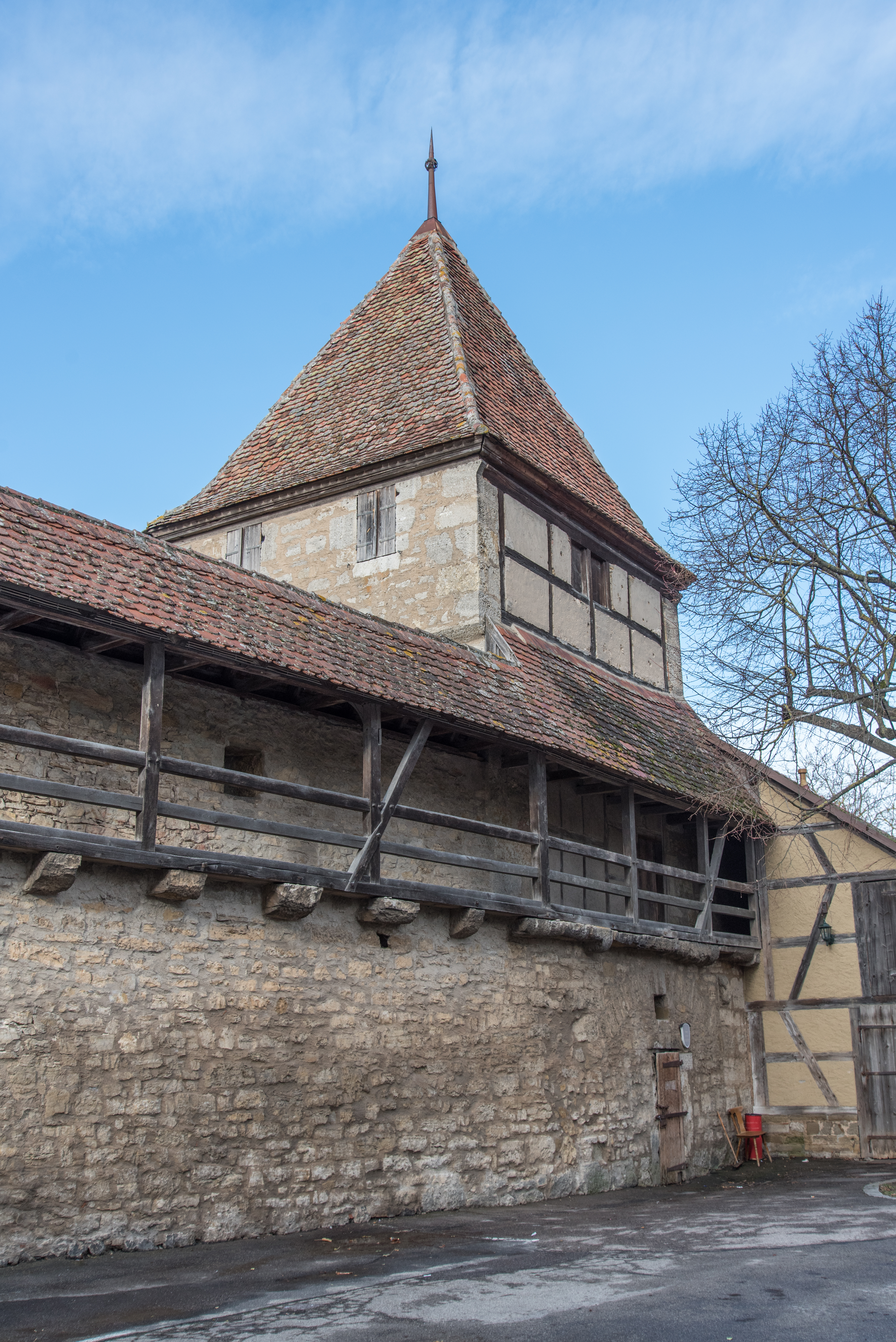
Fischturm, Stadtseite, von Süden weitere Bilder
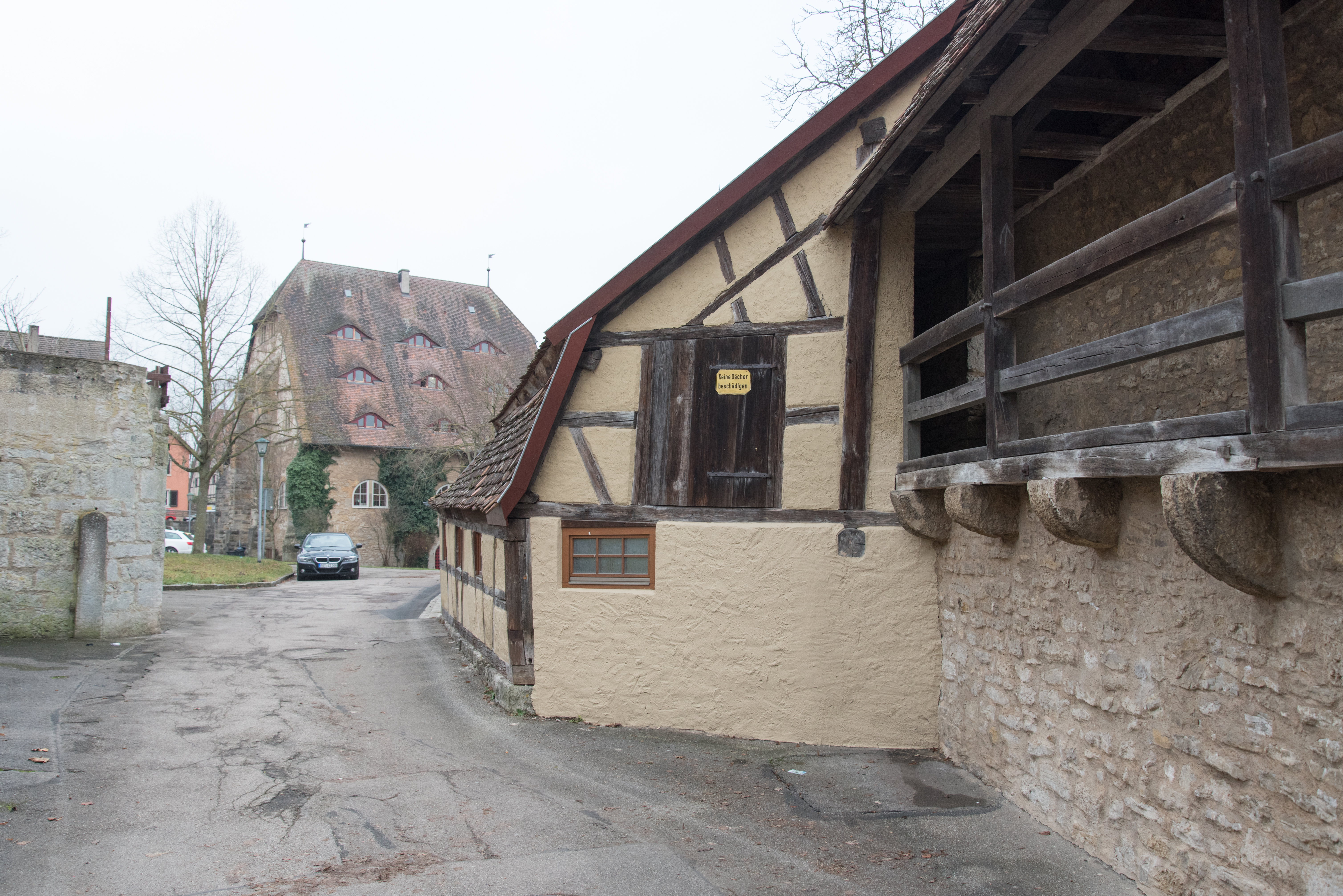
Stadtmauer zwischen Fischturm und Kohlturm, von Norden weitere Bilder
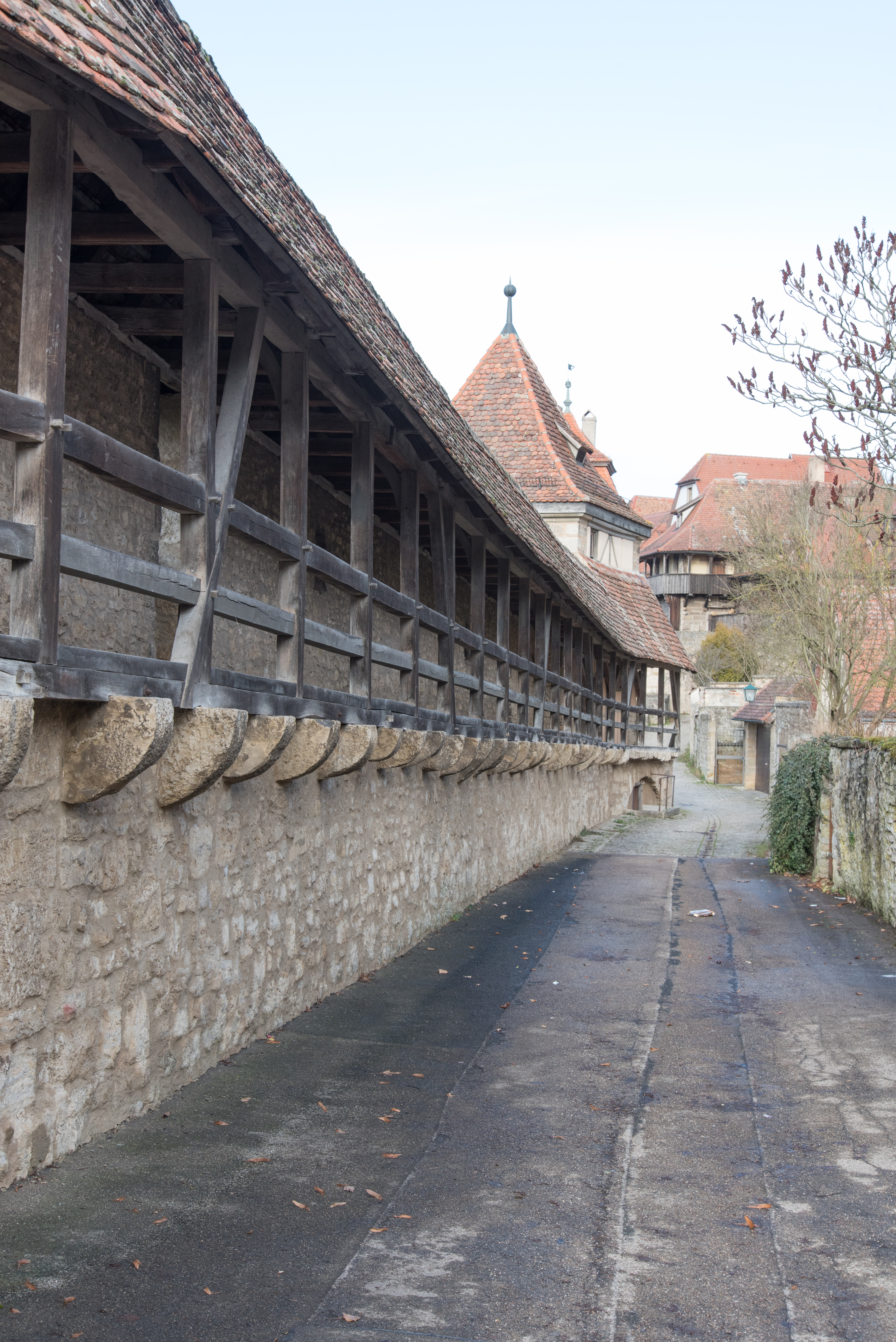
Stadtmauer zwischen Fischturm und Kohlturm, von Süden weitere Bilder
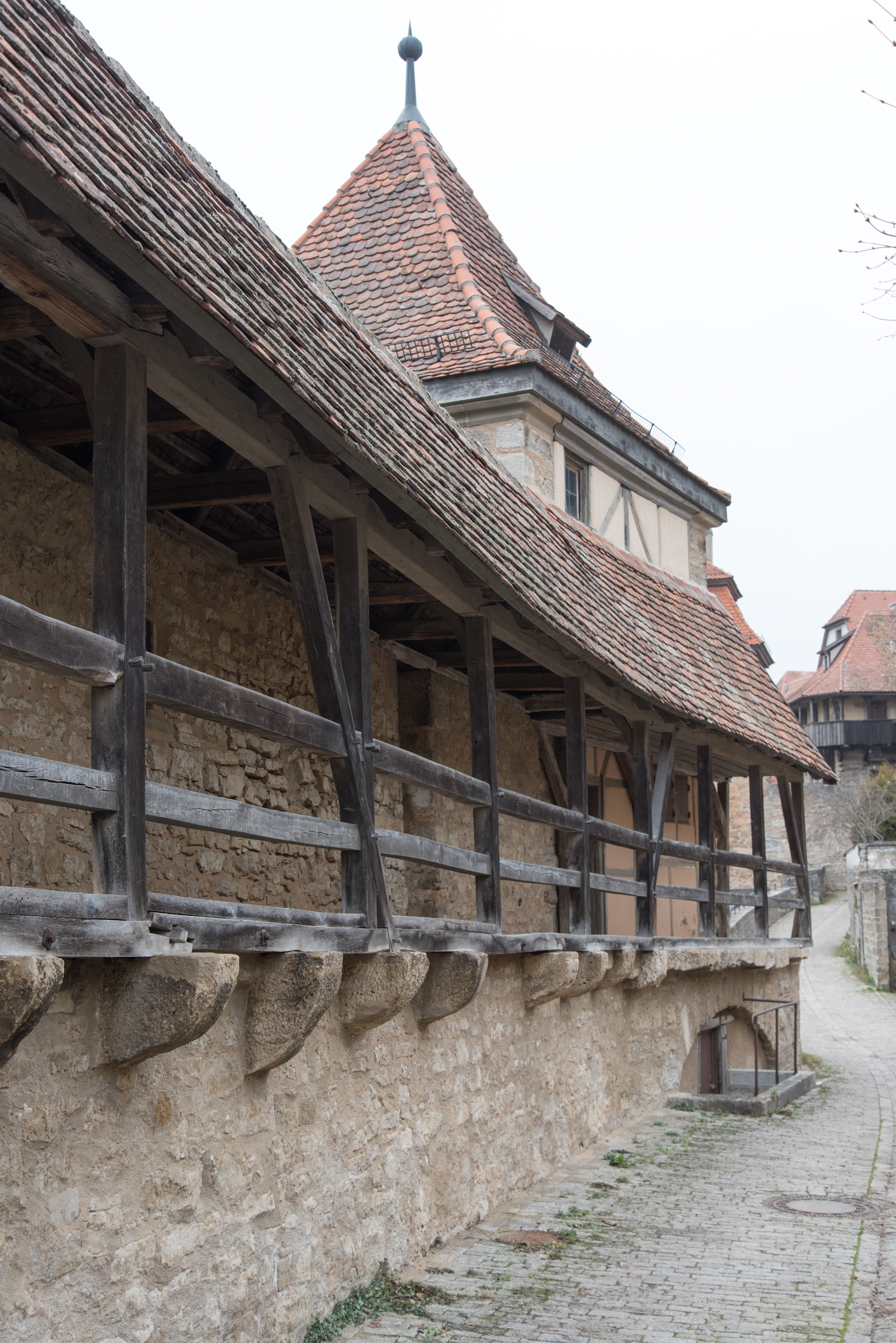
Stadtmauer zwischen Fischturm und Kohlturm, von Süden weitere Bilder
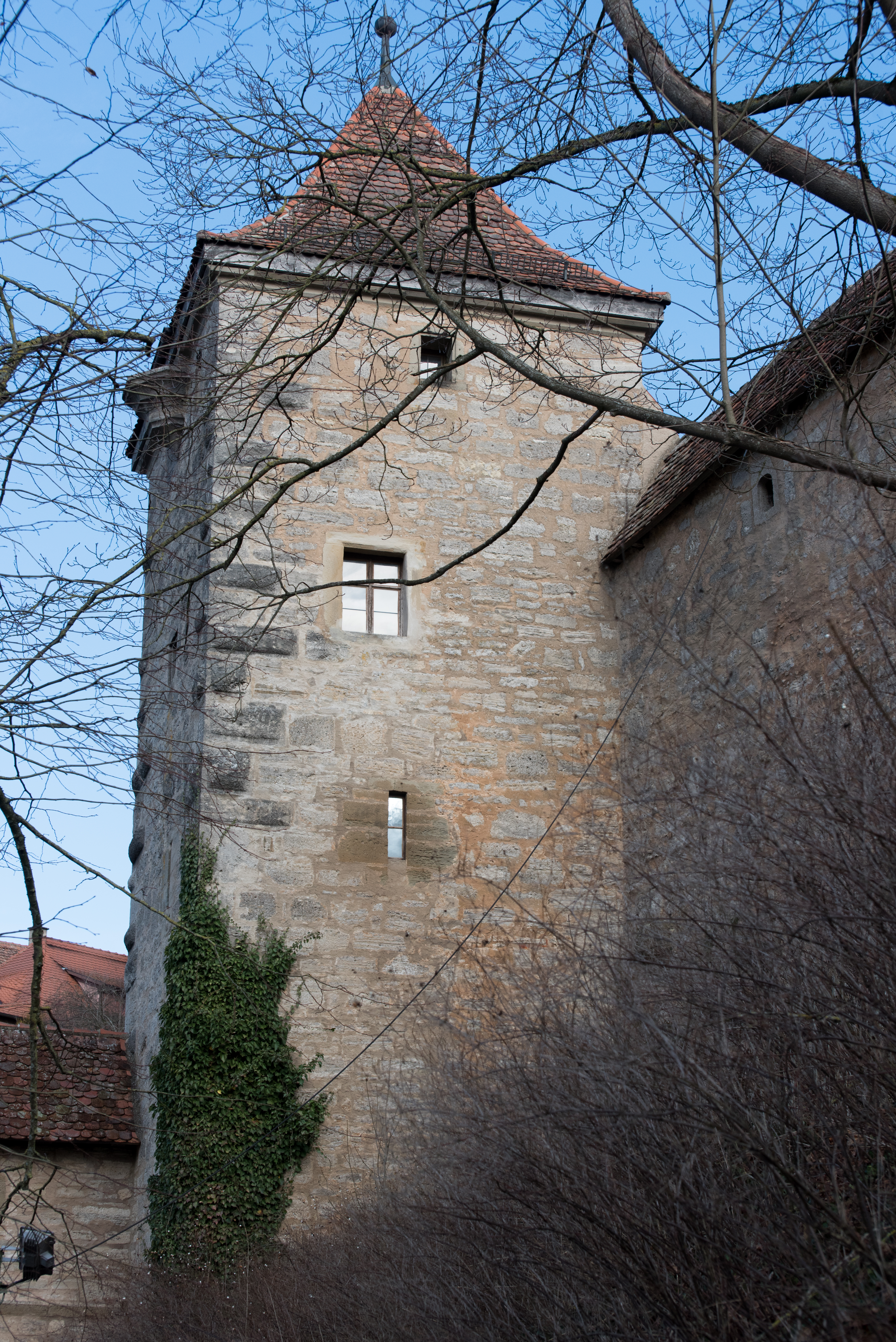
Kohlturm, Feldseite, von Süden weitere Bilder
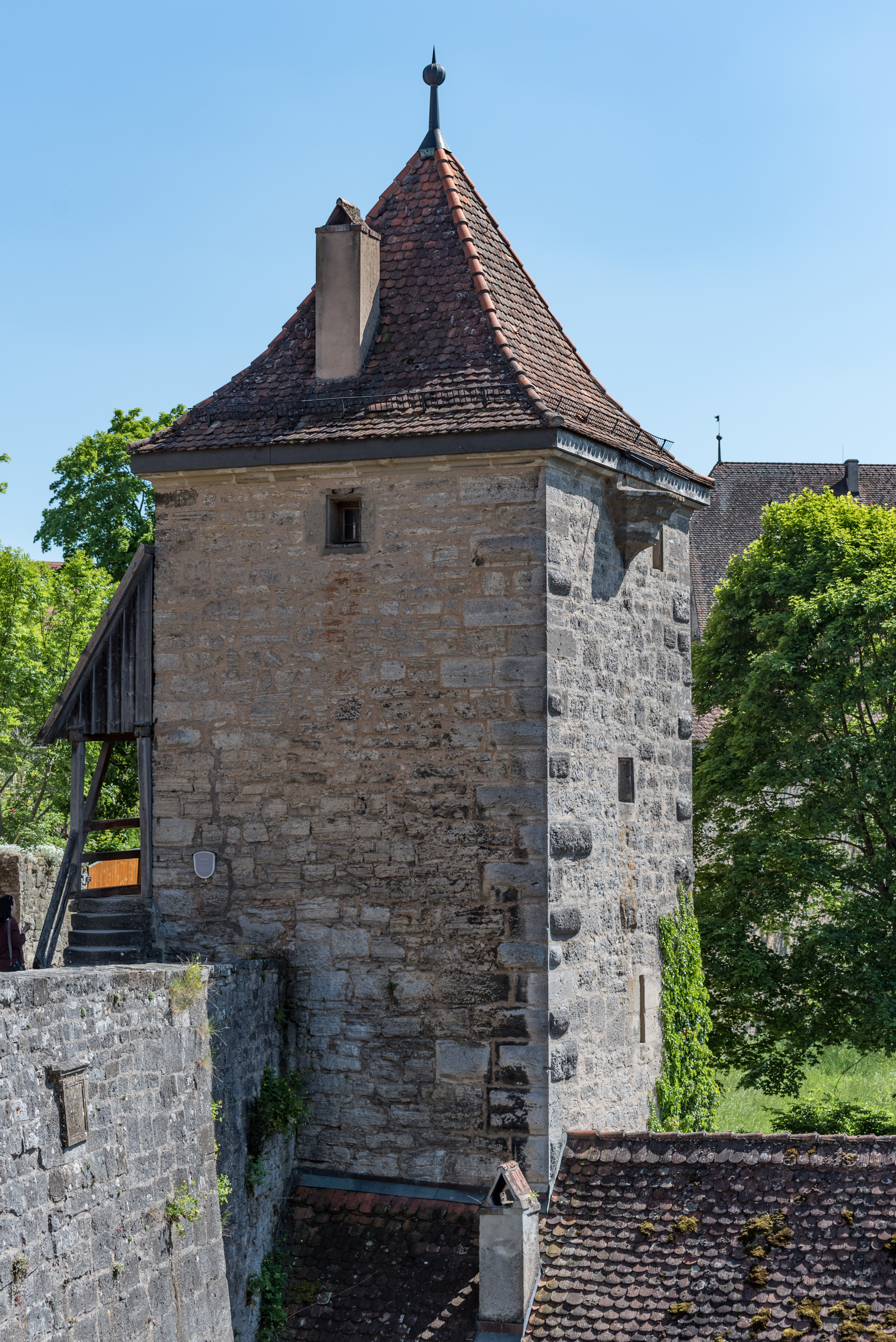
Kohlturm, von Norden weitere Bilder

#### Kobolzeller Tor
Das Kobolzeller Tor ist vollständig erhalten.
- Kobolzeller Steige 16: Stadttor sogenanntes Kobolzeller Tor, Torturm (Lage), quadratischer Putzbau mit fünf Geschossen und Eckrustika, im Kern um 1330, im Wesentlichen nach 1356, Mansardwalmdach und Umbau bezeichnet „1727“ (D-5-71-193-380)
- Kobolzeller Steige 16: Torbarbakane (Lage), querrechteckig eingefasster Vorhof aus Bruchstein mit Mauererker, der sogenannten Teufelskanzel, 14. Jahrhundert
- Kobolzeller Steige 16: Vorwerk (Lage), längsrechteckiger Hof mit Einfassungsmauer aus Bruchstein, Wehrgang, kleinem Massivbau mit Pultdach und Vortor mit Spitzbogendurchgang, spätes 14. Jahrhundert
- Kobolzeller Steige 16: Zufahrtsrampe zur Toranlage (Lage), befestigter Zugang auf Substruktion, 14. Jahrhundert
- Kobolzeller Steige 17: Ehemaliges Zollhaus (Lage), erdgeschossiger Fachwerkbau mit Pultdach, 16./17. Jahrhundert

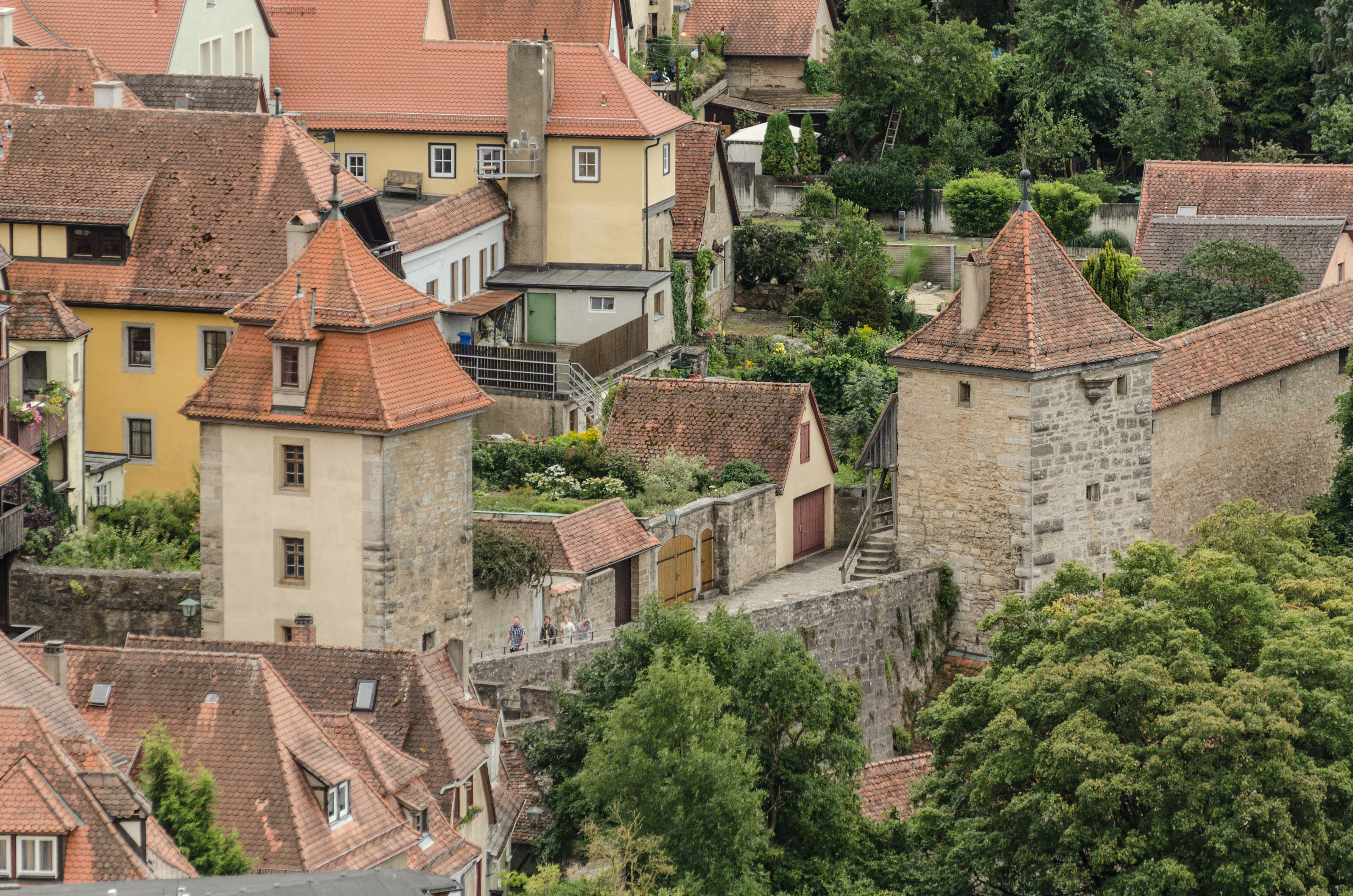
Torturm und Kohlturm, von Norden, vom Rathausturm weitere Bilder
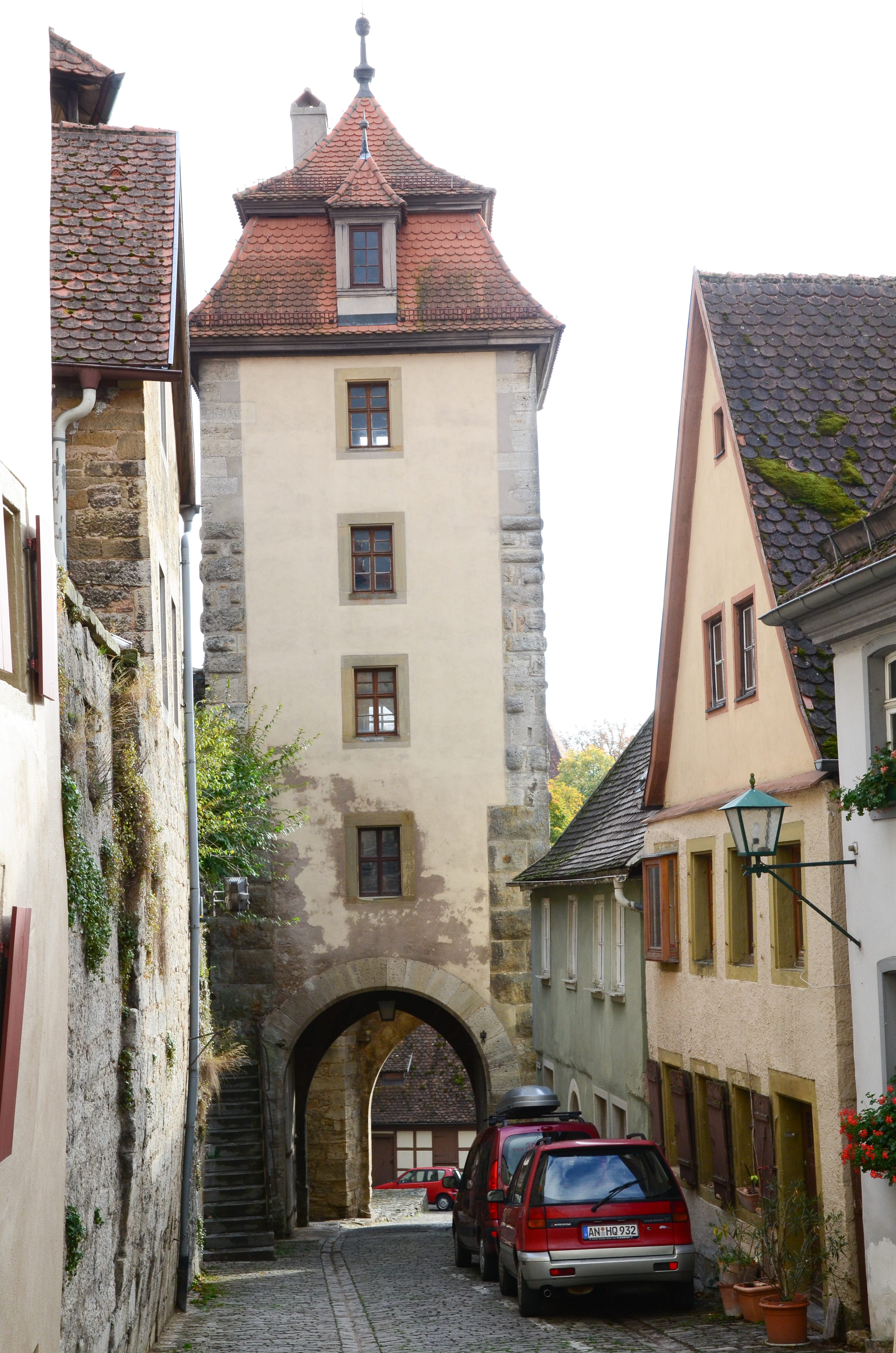
Torturm, von Norden weitere Bilder
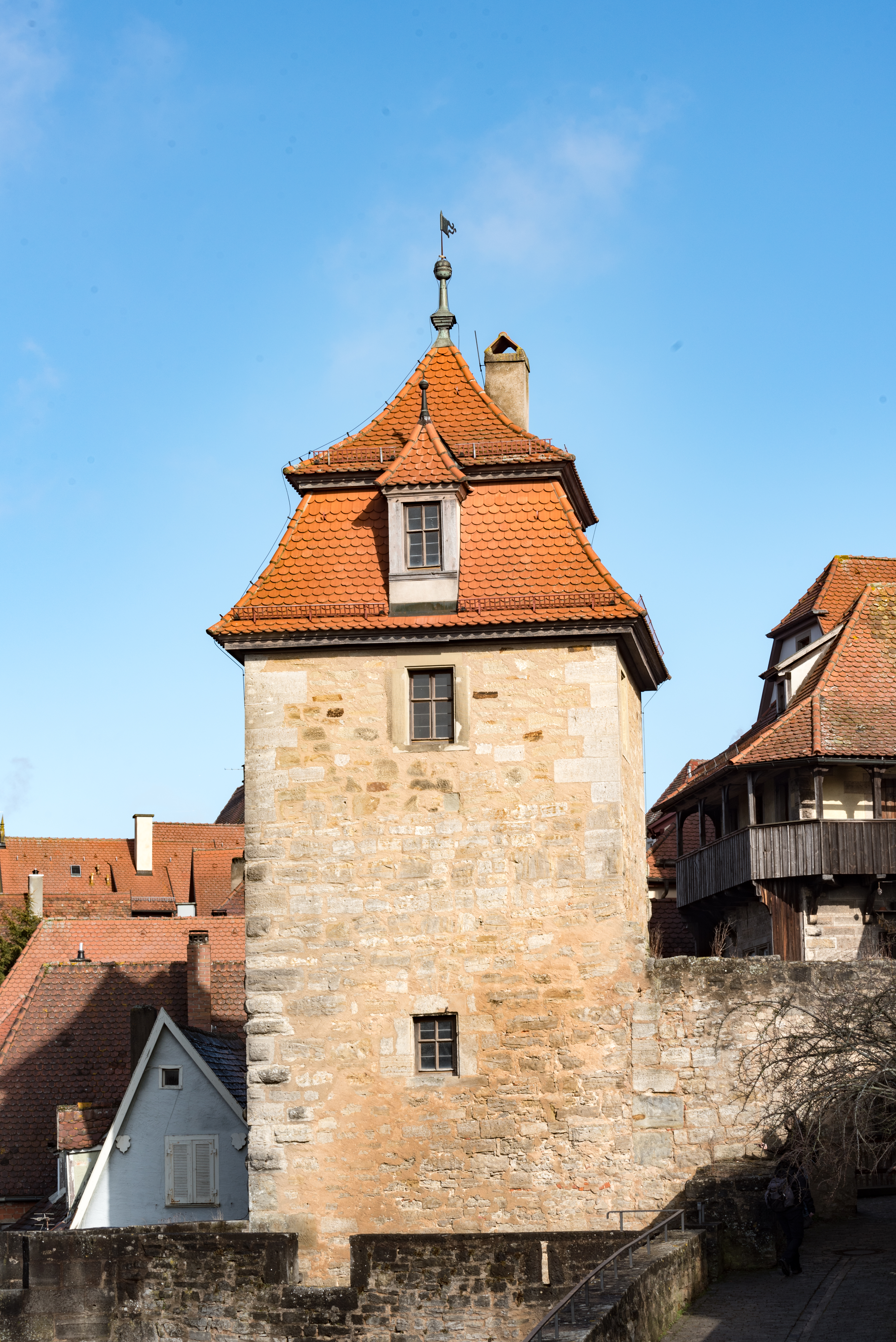
Torturm, von Süden weitere Bilder
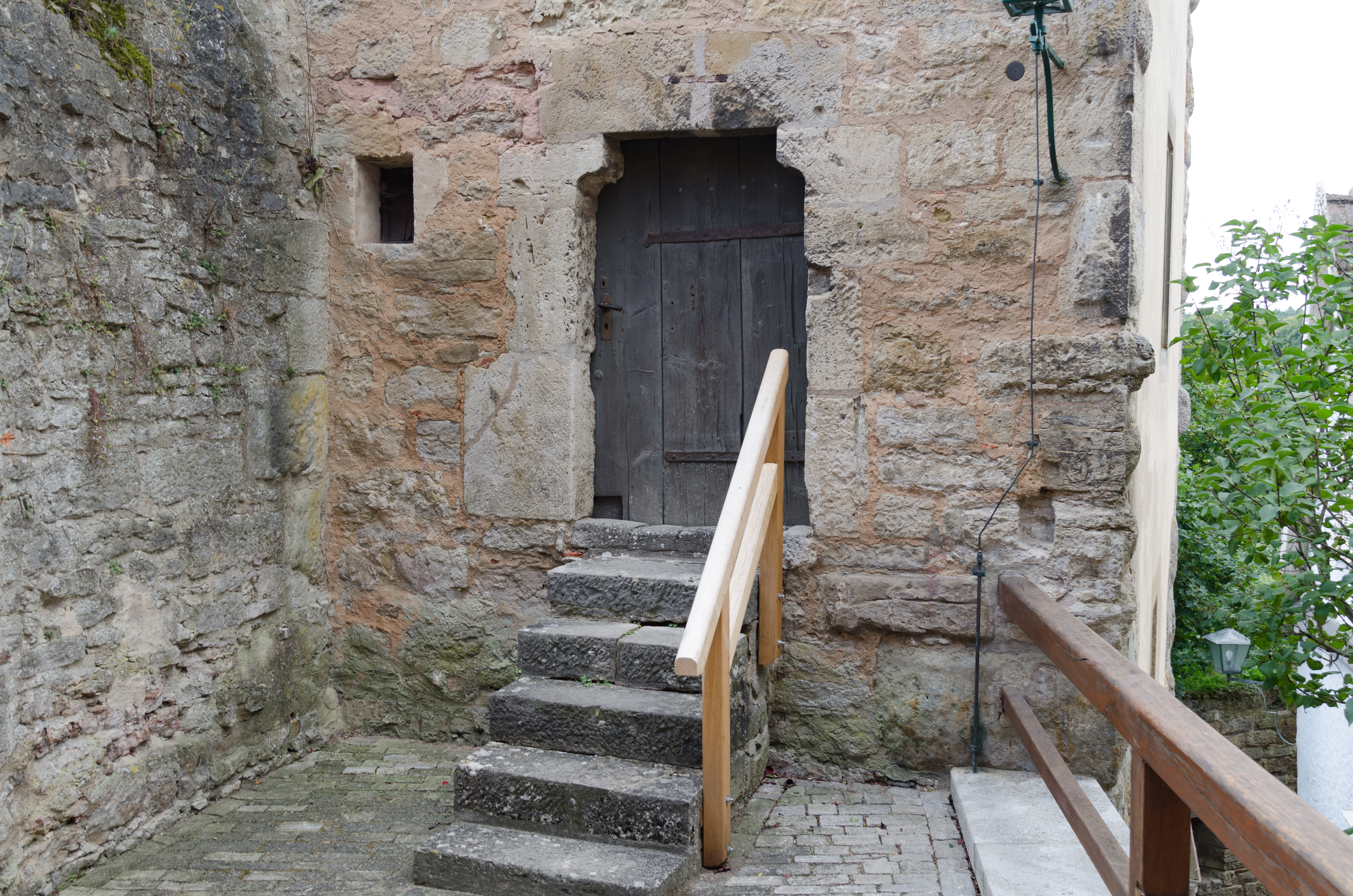
Torturm, von Osten weitere Bilder
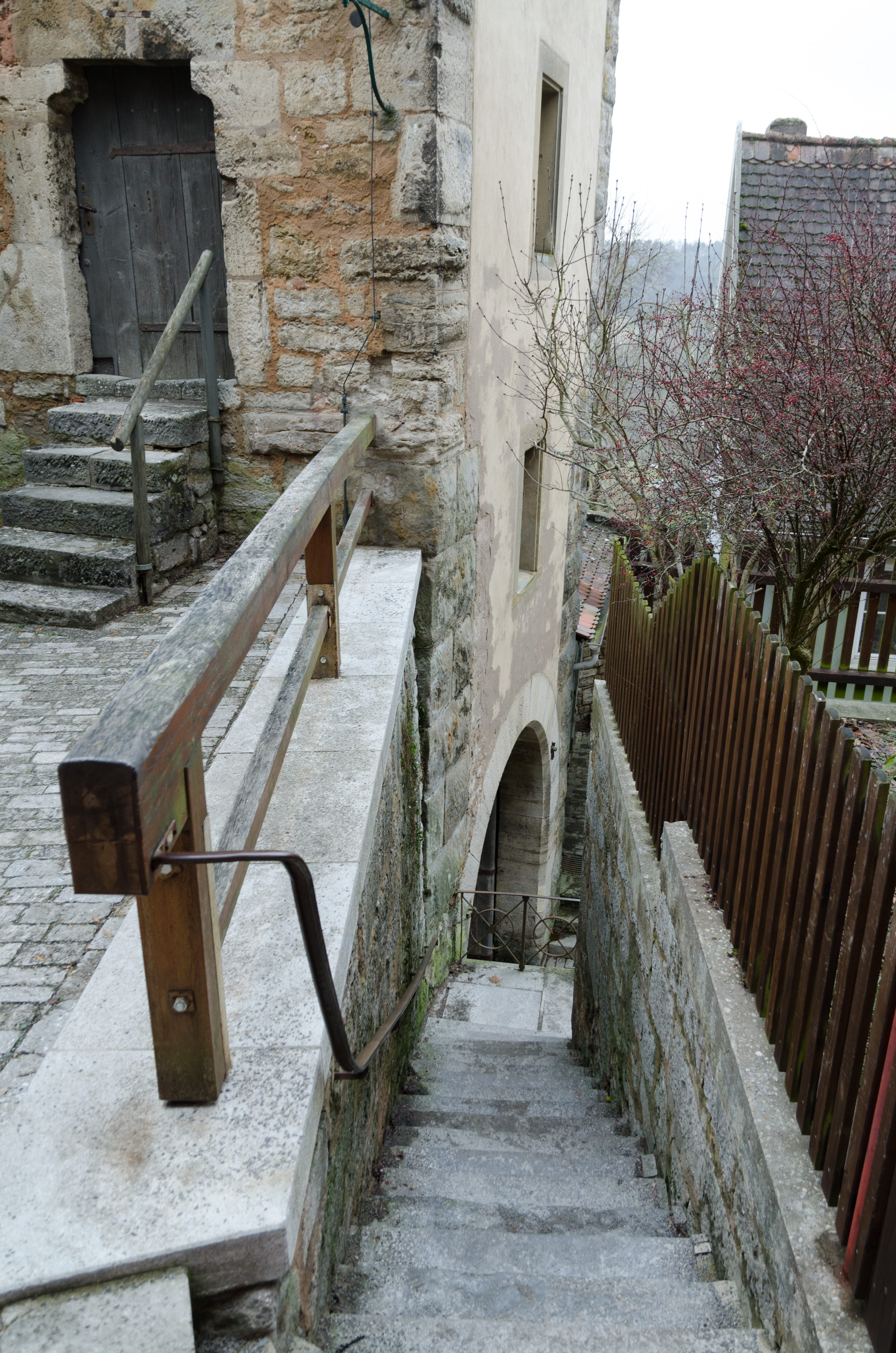
Torturm, von Osten weitere Bilder
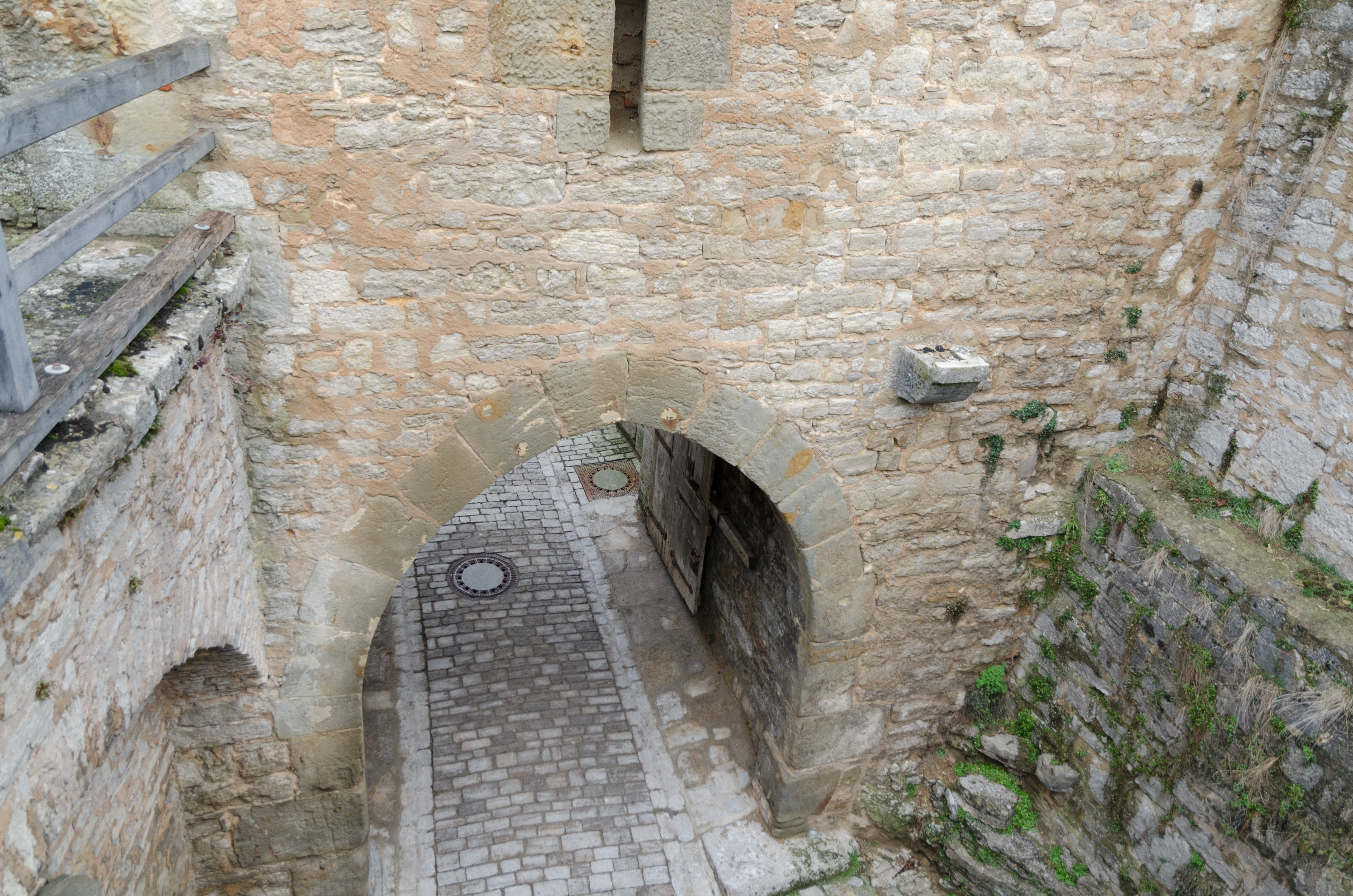
Torturm, von Westen weitere Bilder
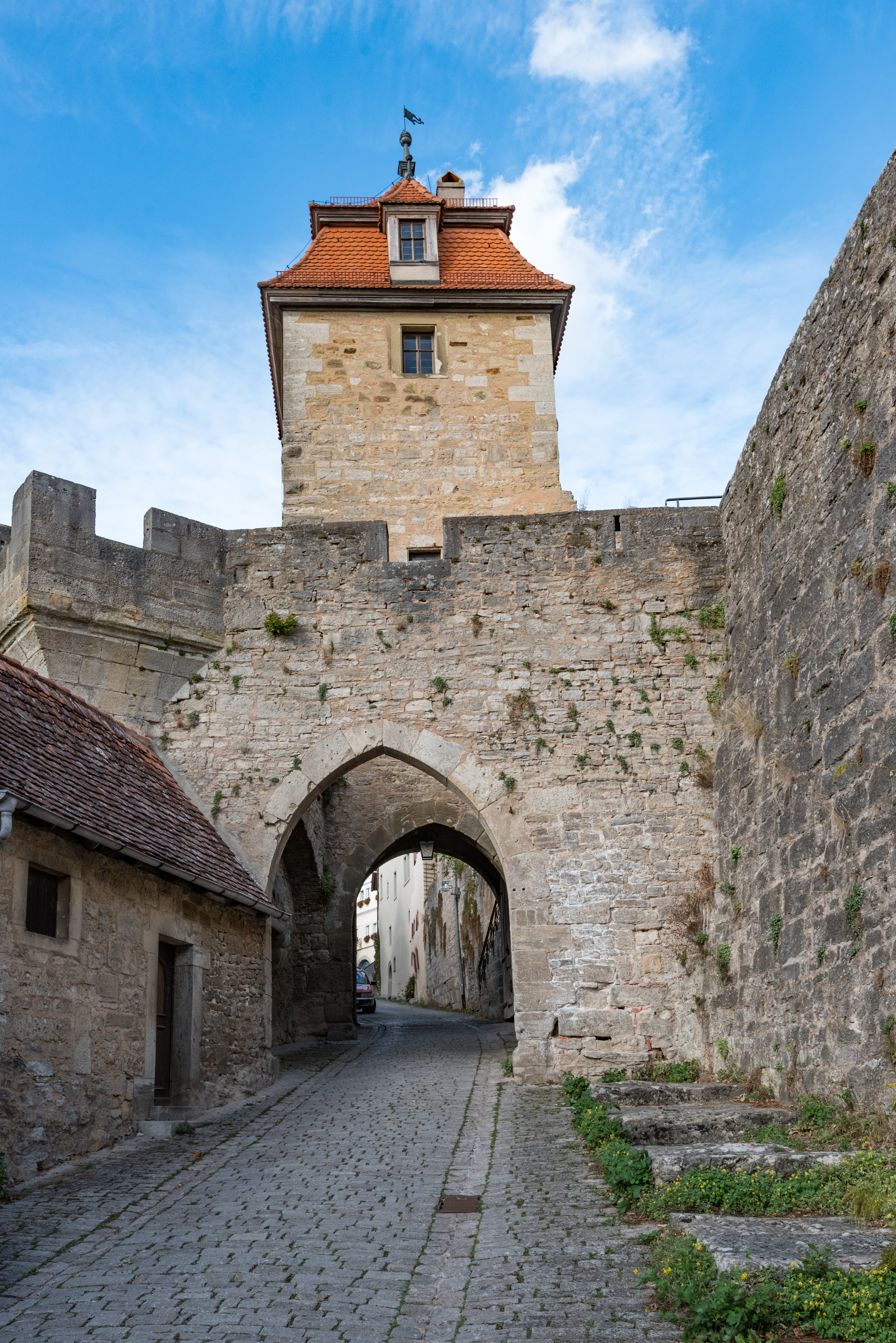
Barkbakane, von Südwesten weitere Bilder
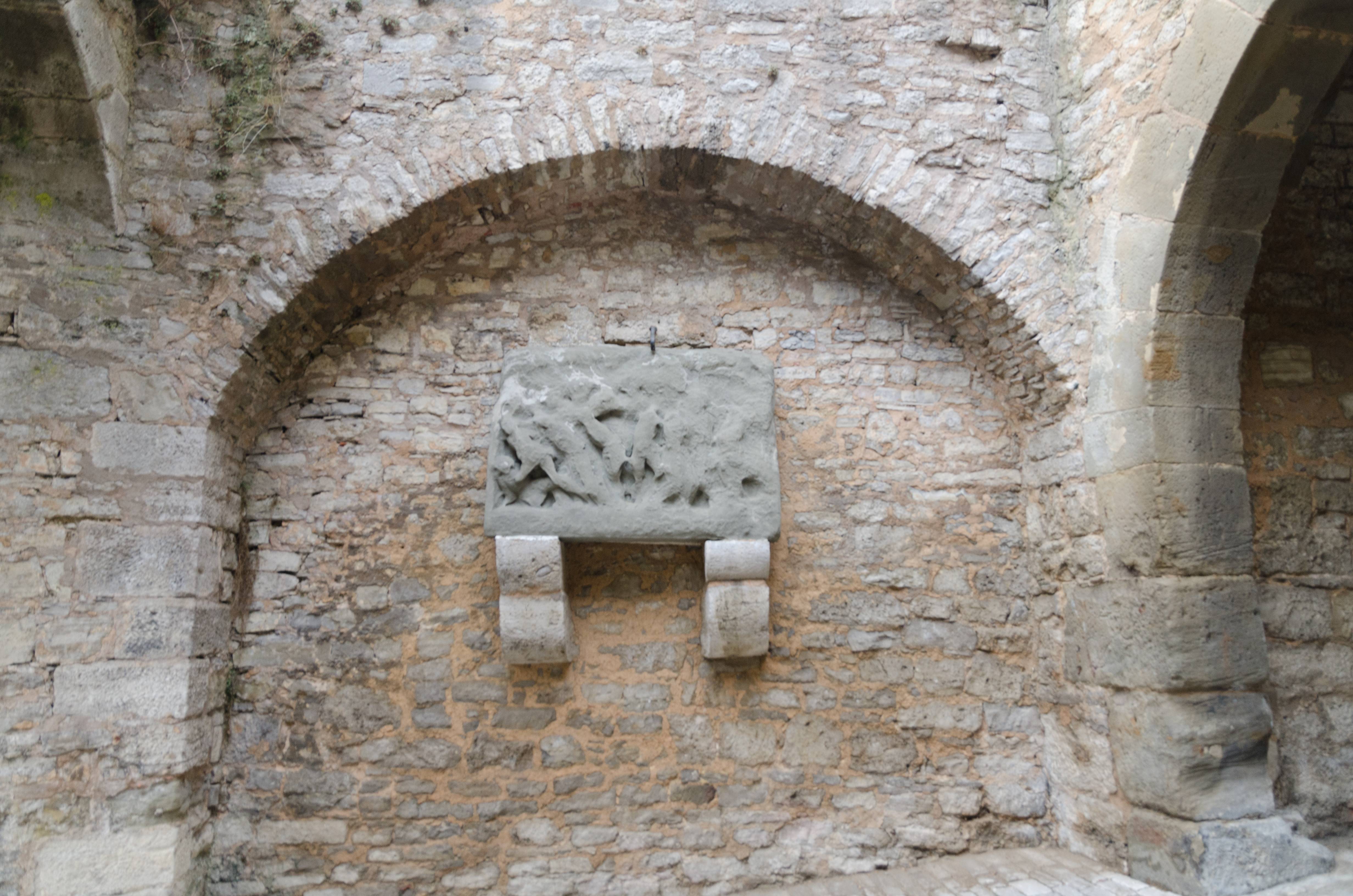
Barkbakane, Nordwand weitere Bilder
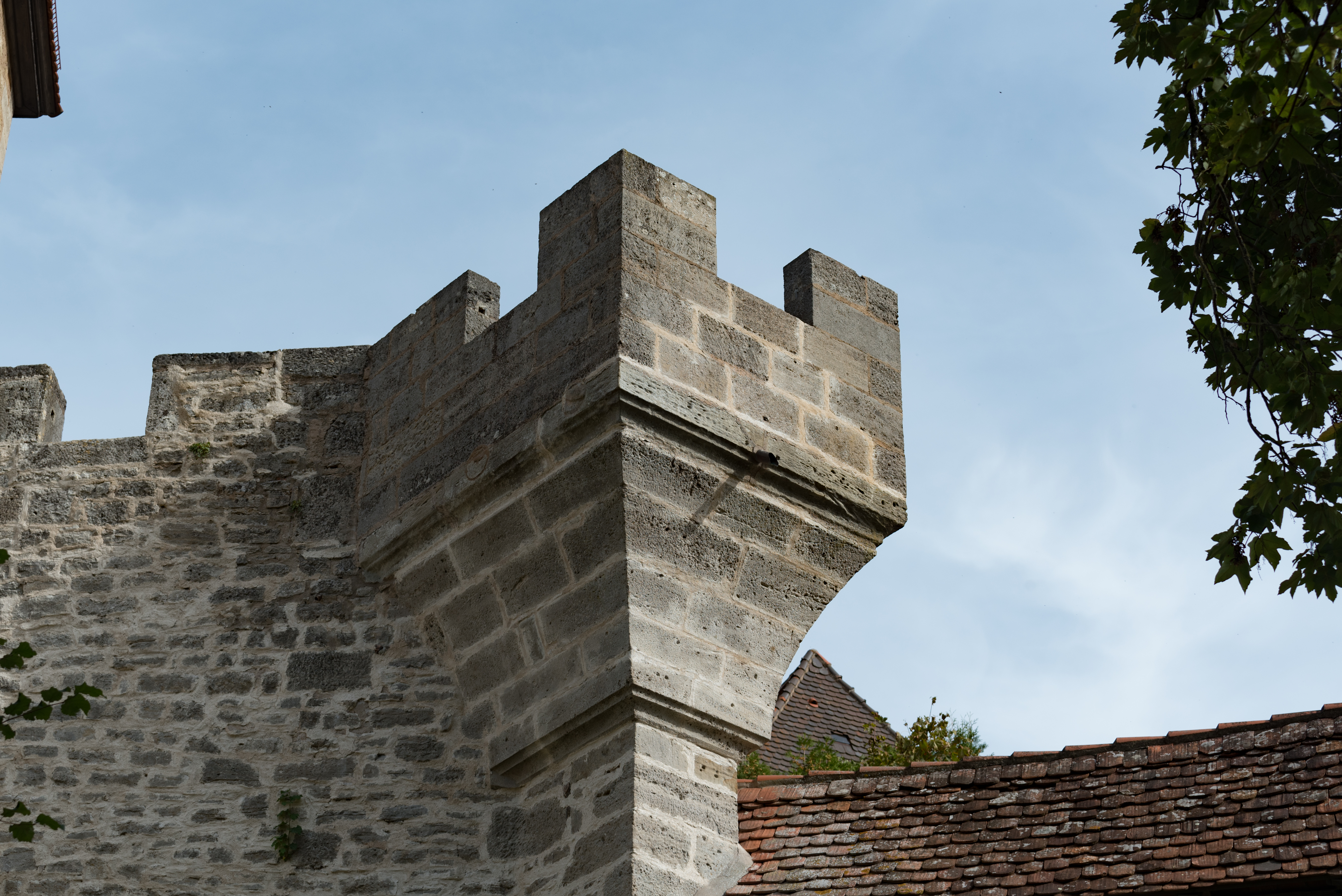
Barkbakane, von Norden weitere Bilder
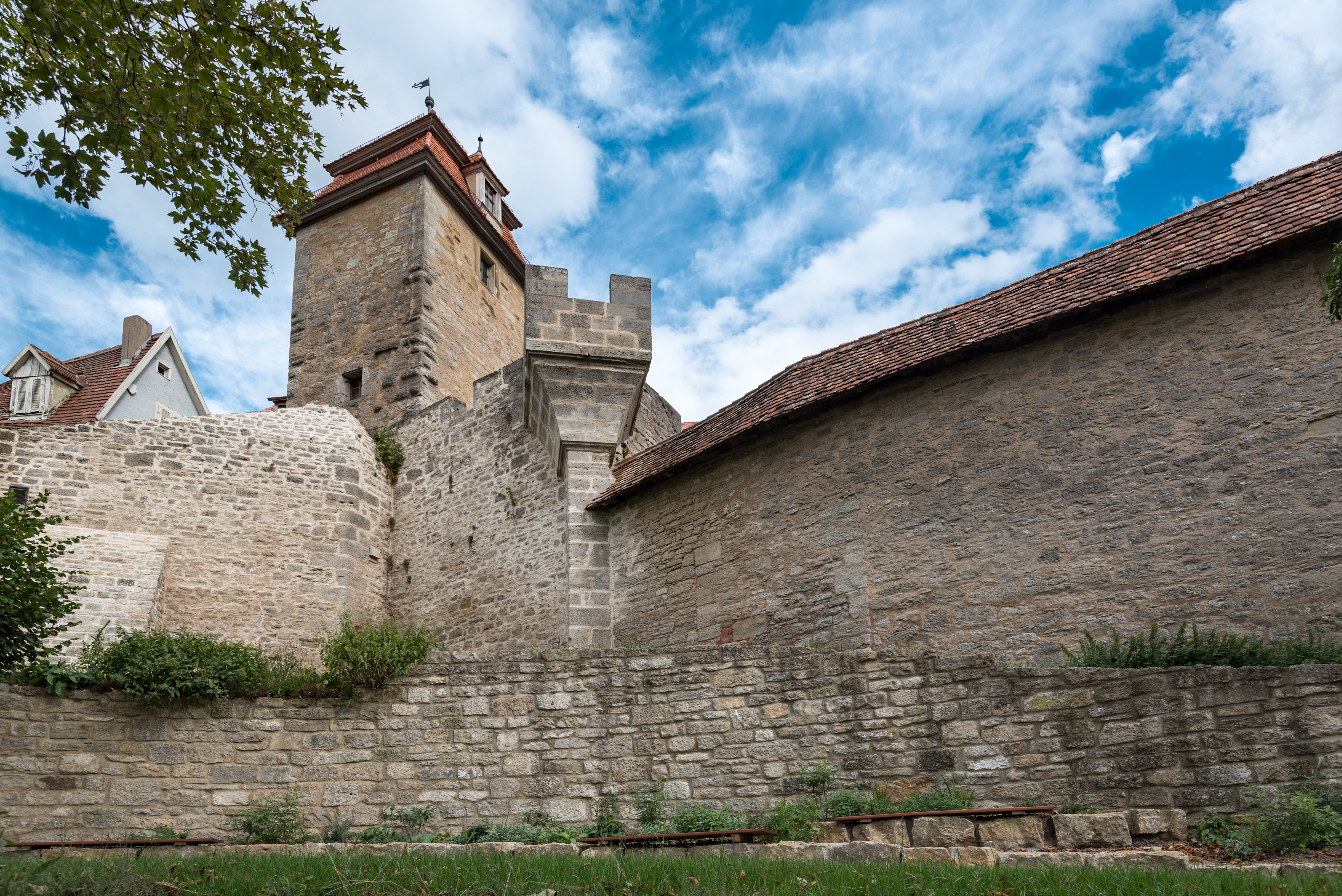
Torturm, Barbakane, Vorwerk, von Norden weitere Bilder
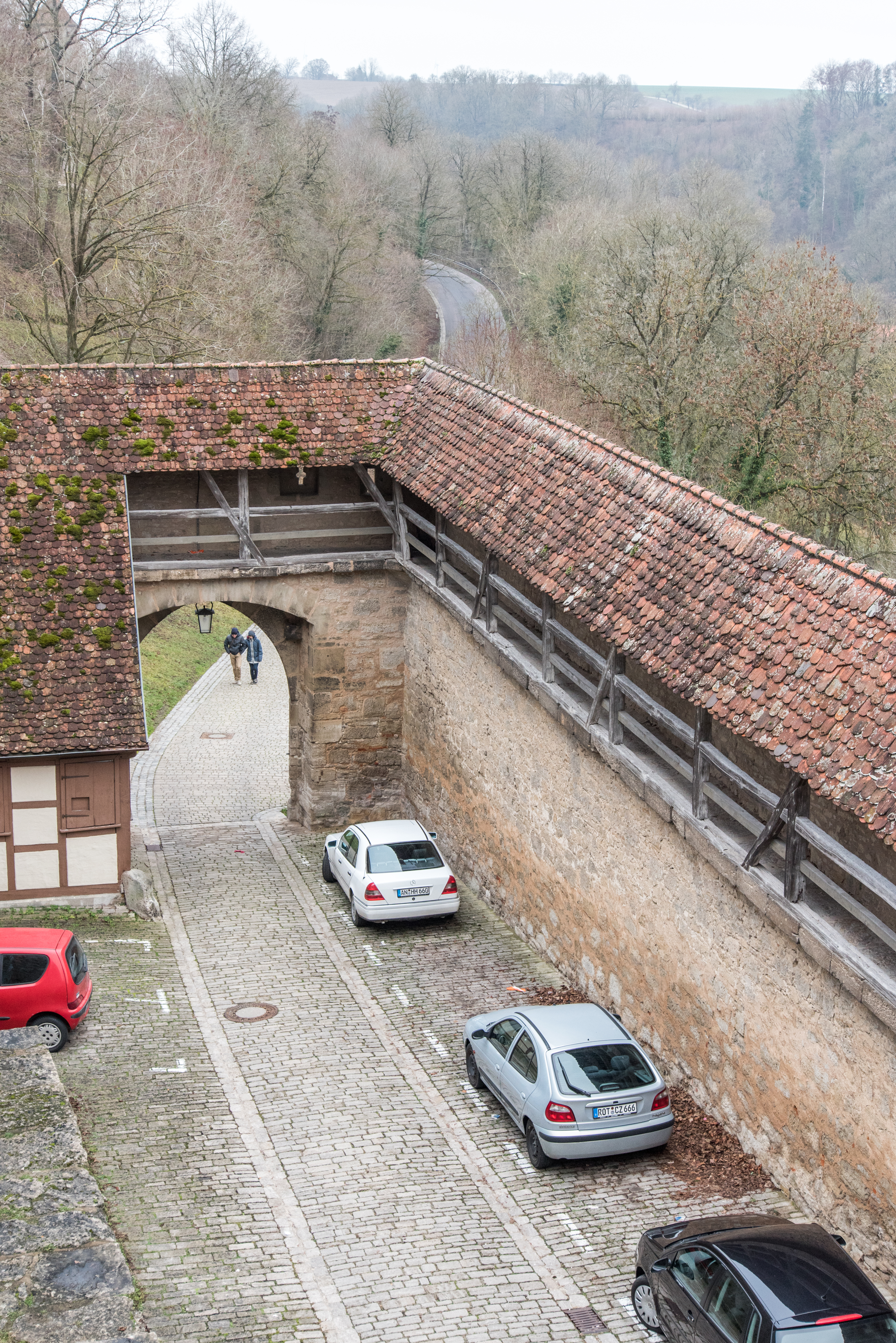
Vorwerk, von Nordosten weitere Bilder
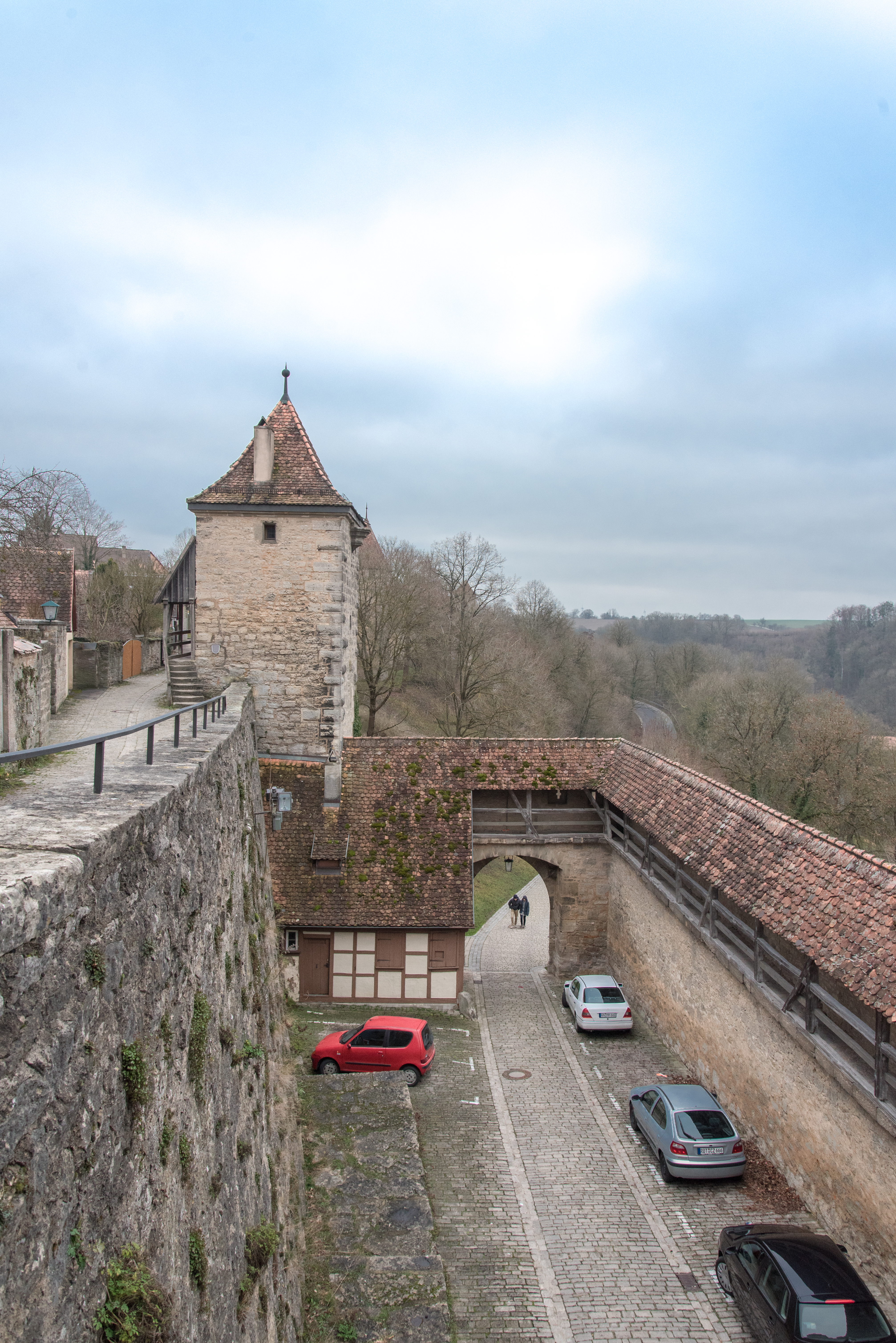
Vorwerk, Kohlturm, von Nordosten weitere Bilder
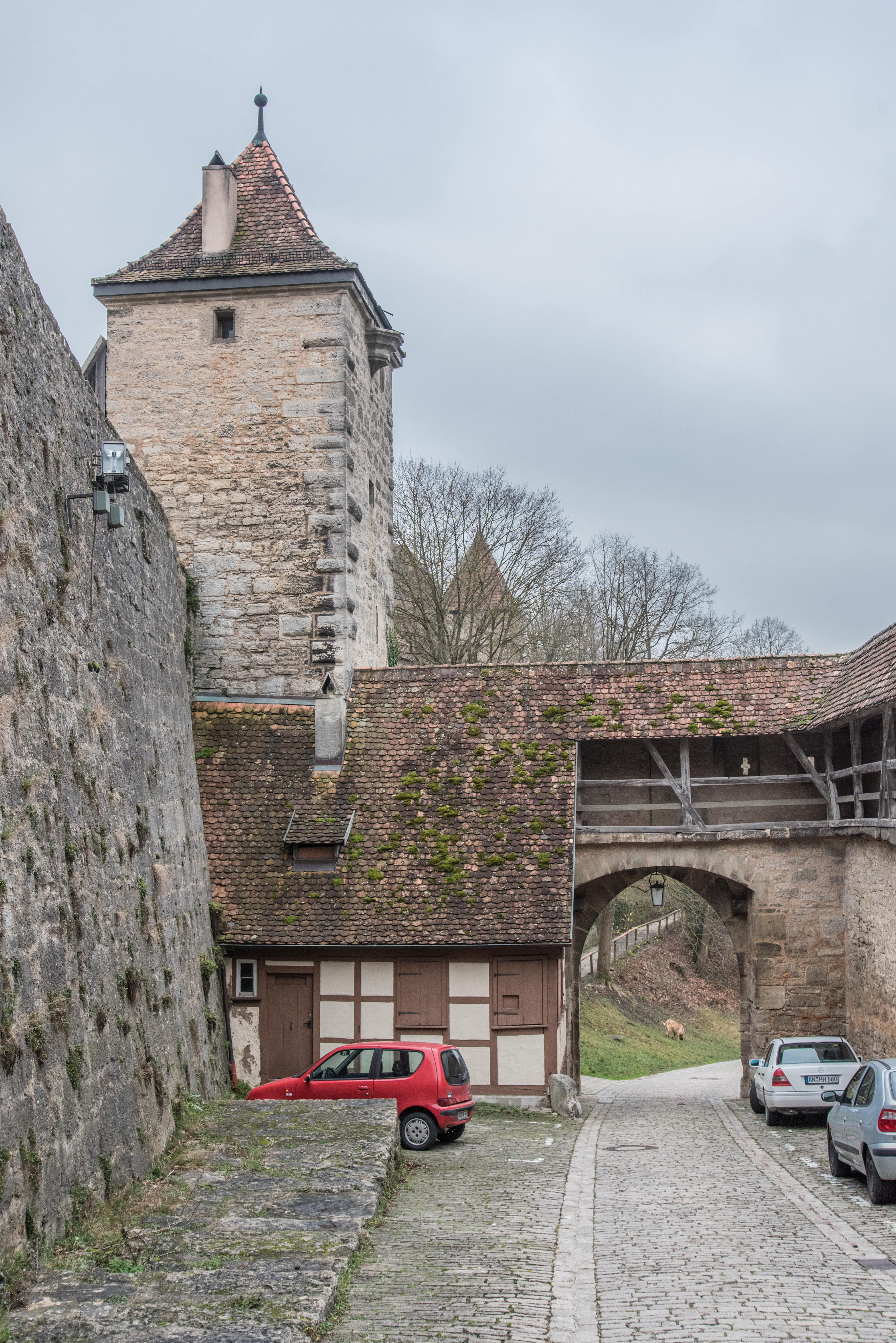
Vorwerk, Kohlturm, von Nordosten weitere Bilder
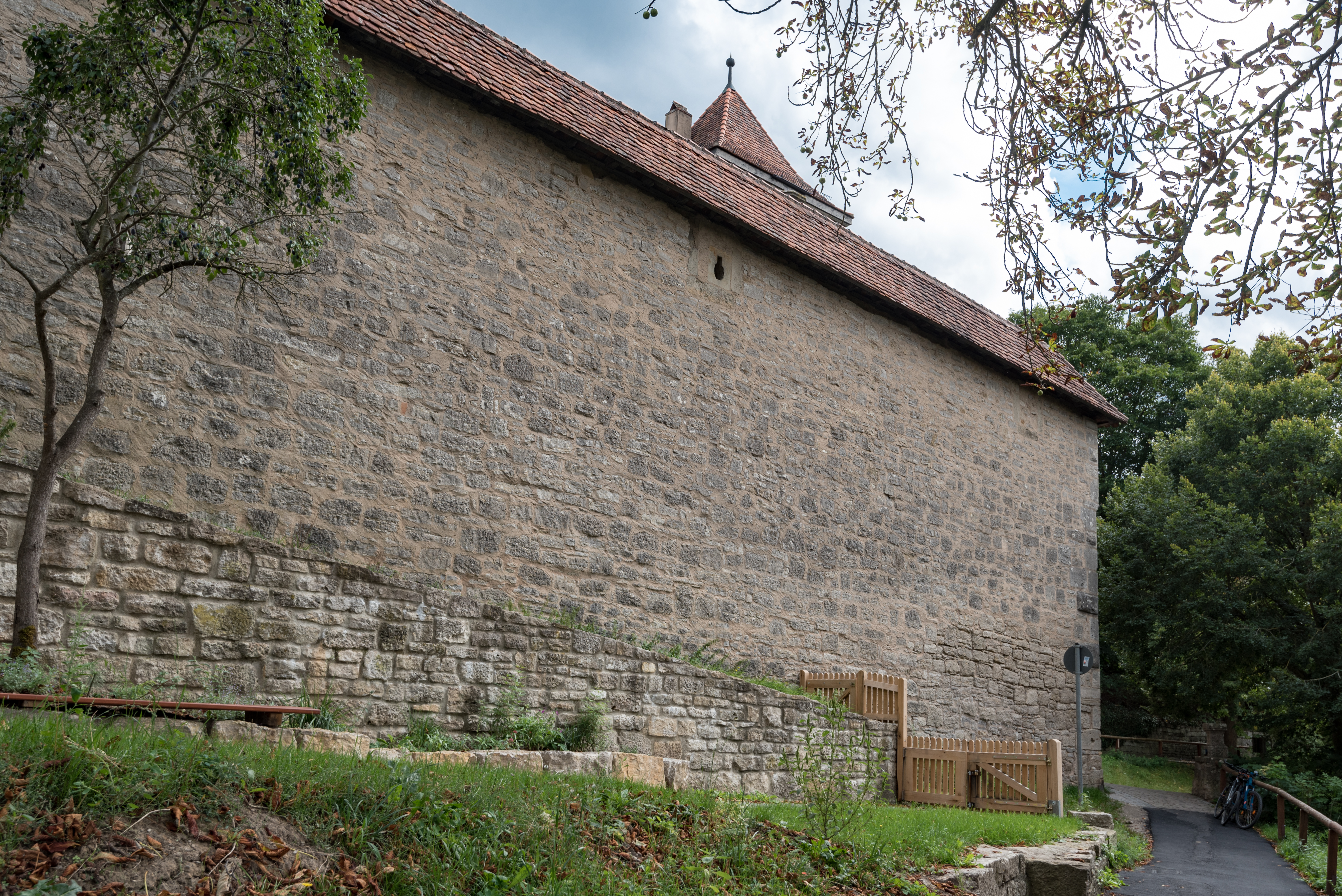
Vorwerk, von Norden weitere Bilder
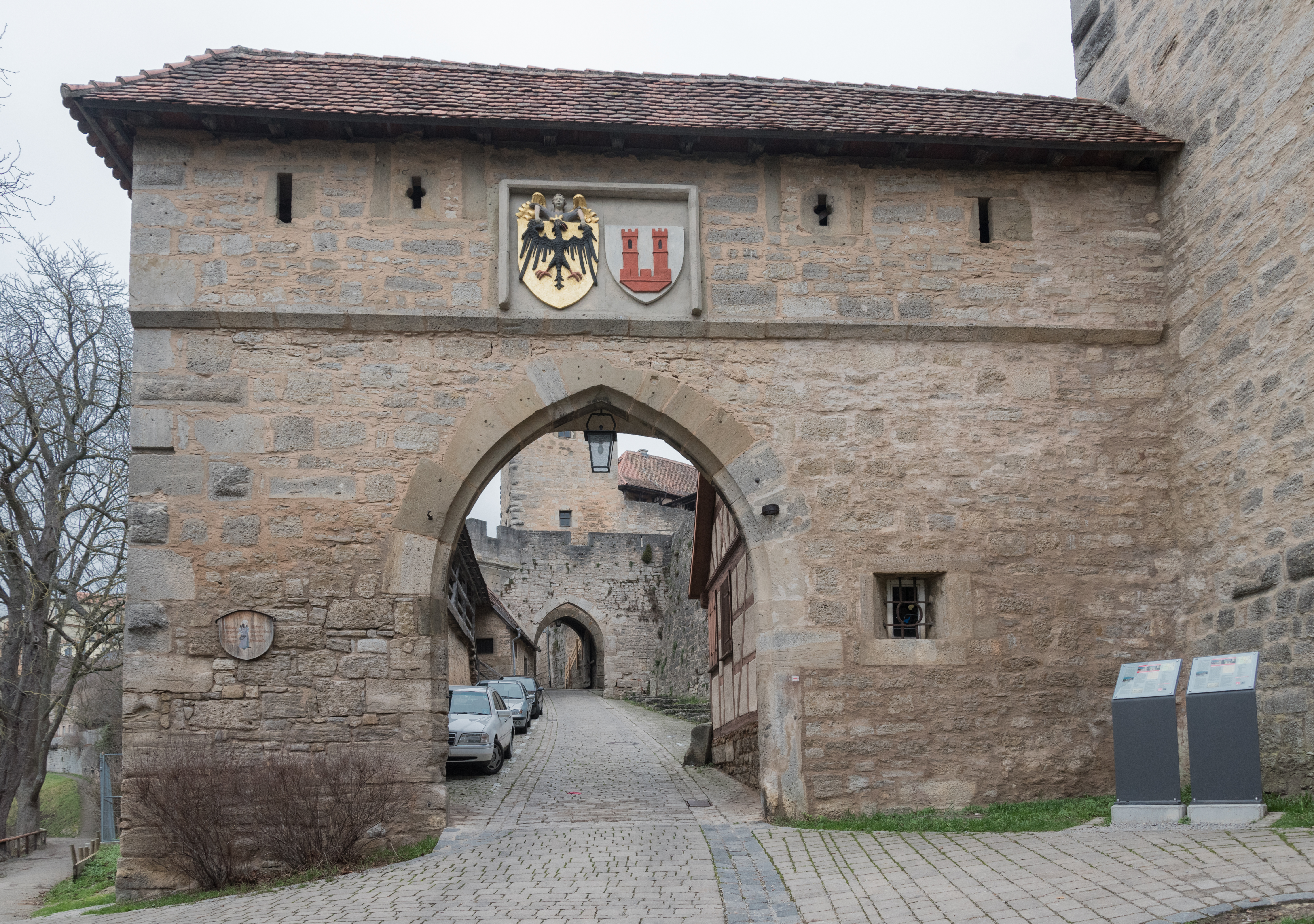
Vortor, von Südwesten weitere Bilder
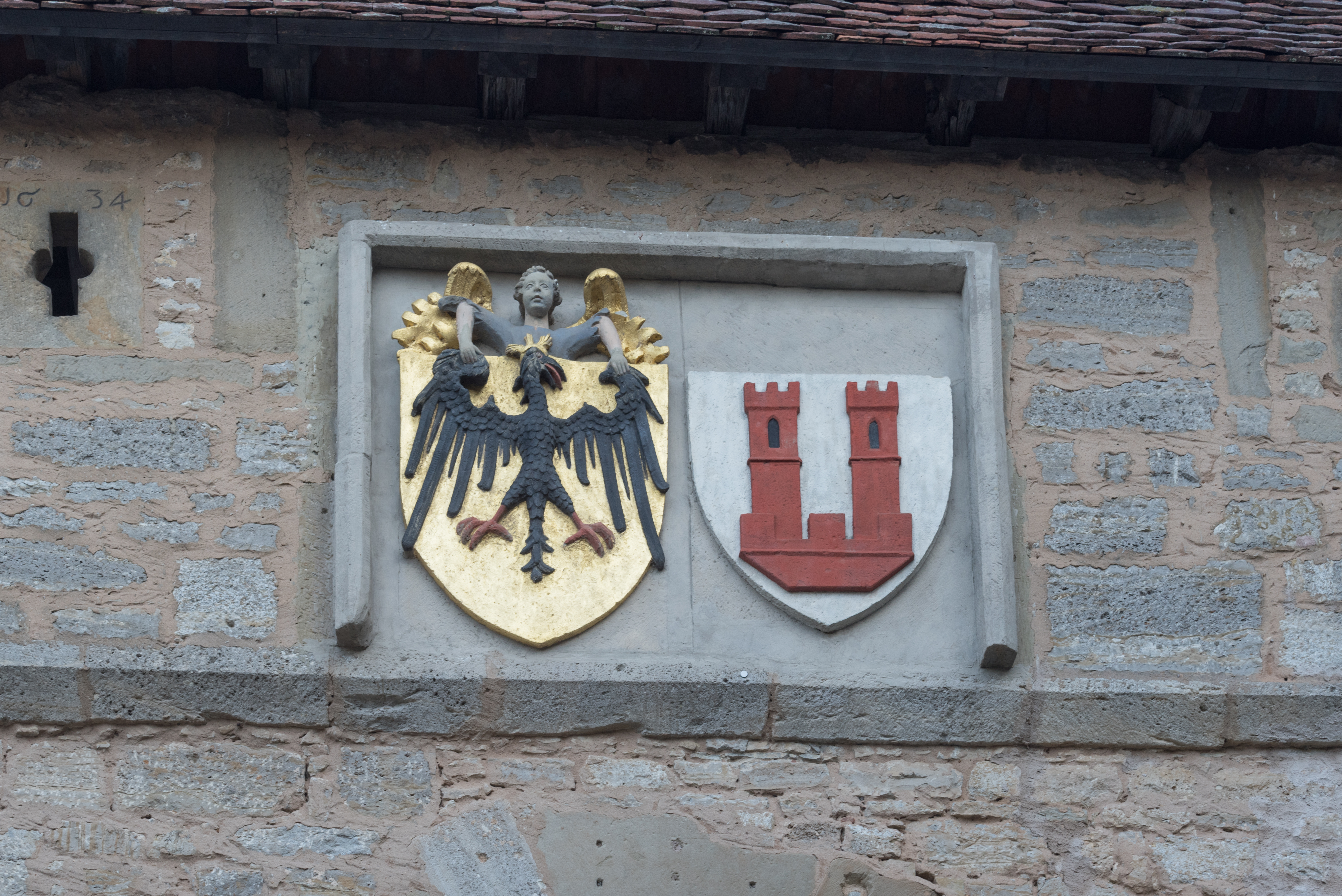
Wappen am Vortor, von Südwesten weitere Bilder
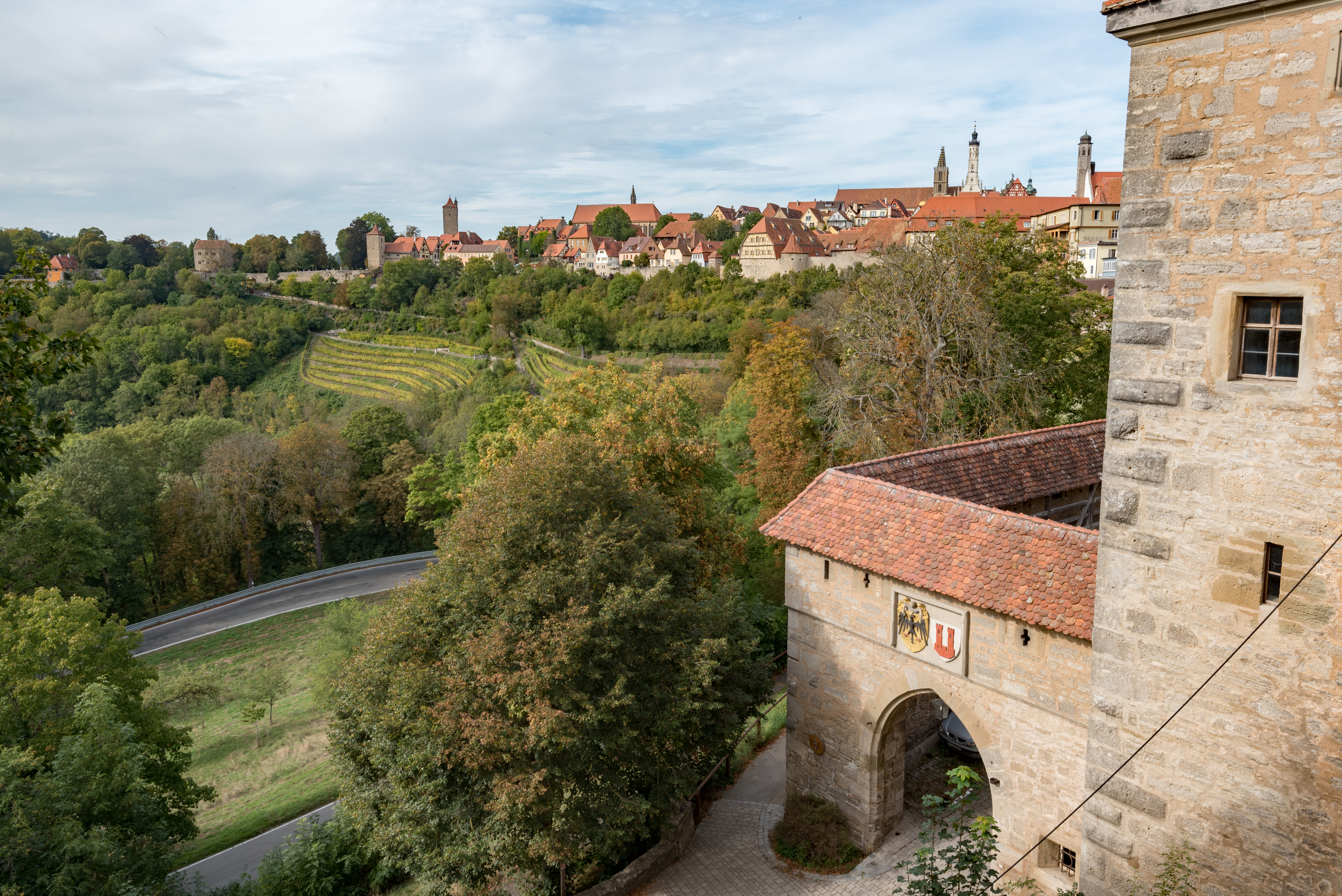
Vortor, Kohlturm, von Süden weitere Bilder
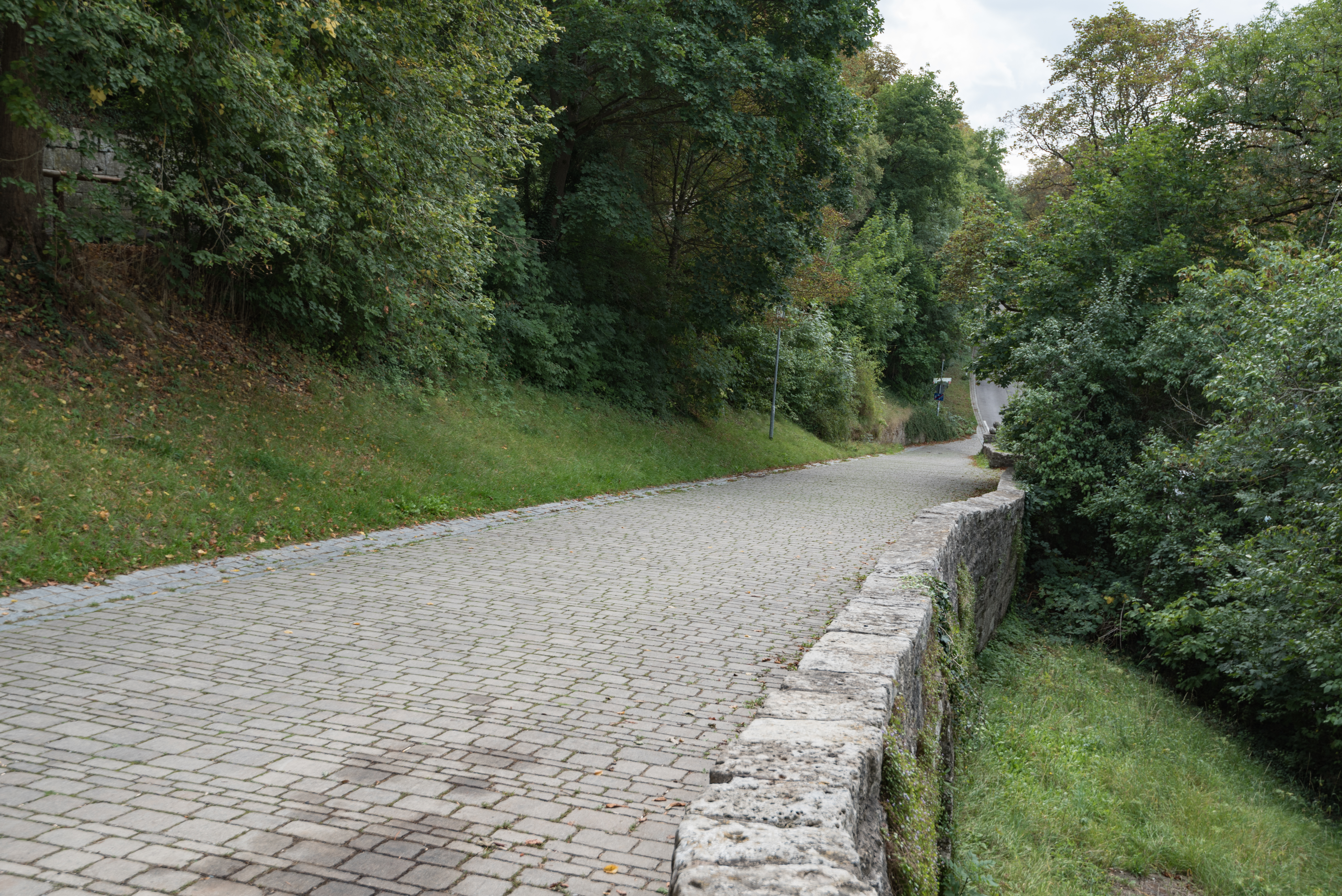
Zufahrtsrampe weitere Bilder
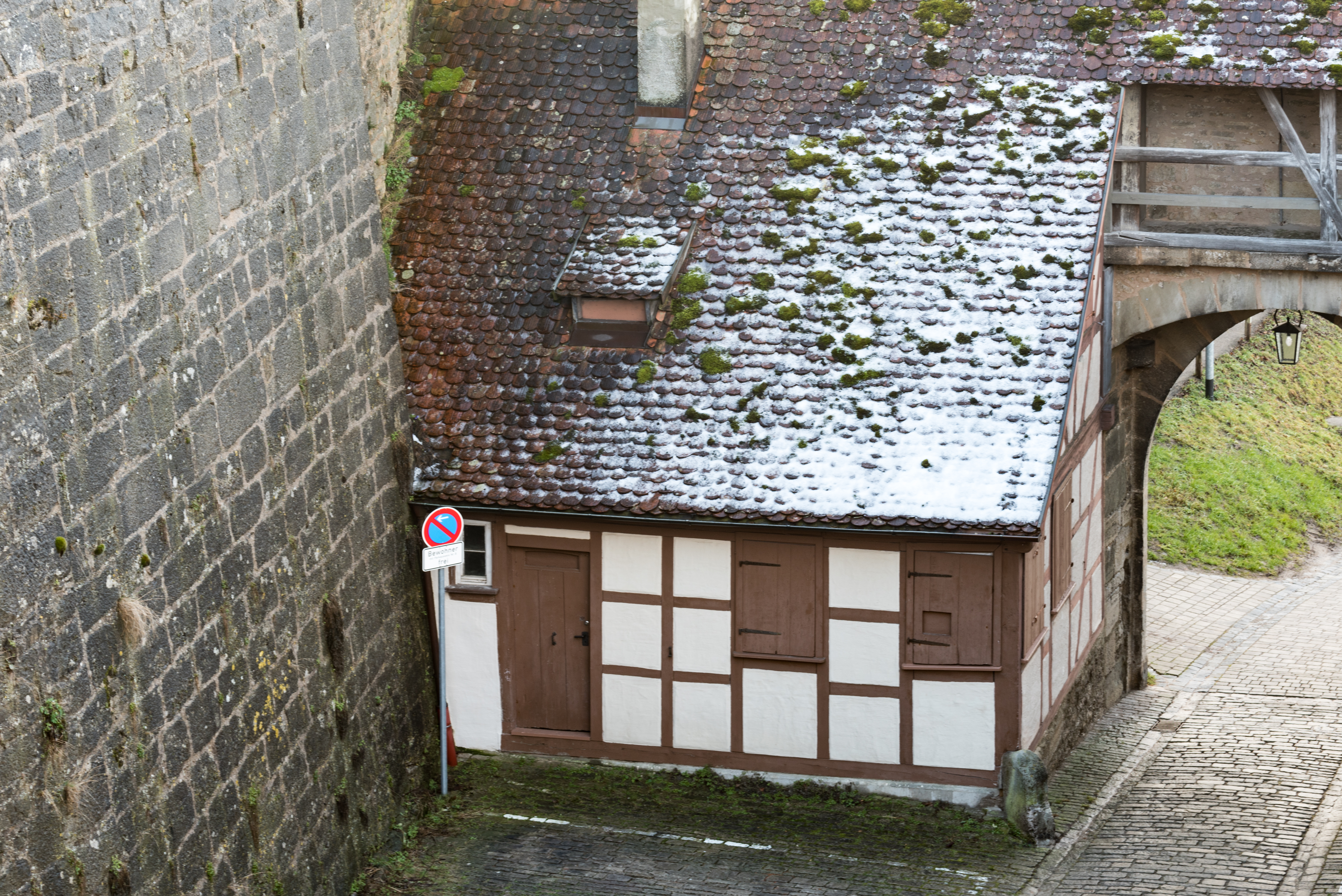
Zollhaus weitere Bilder
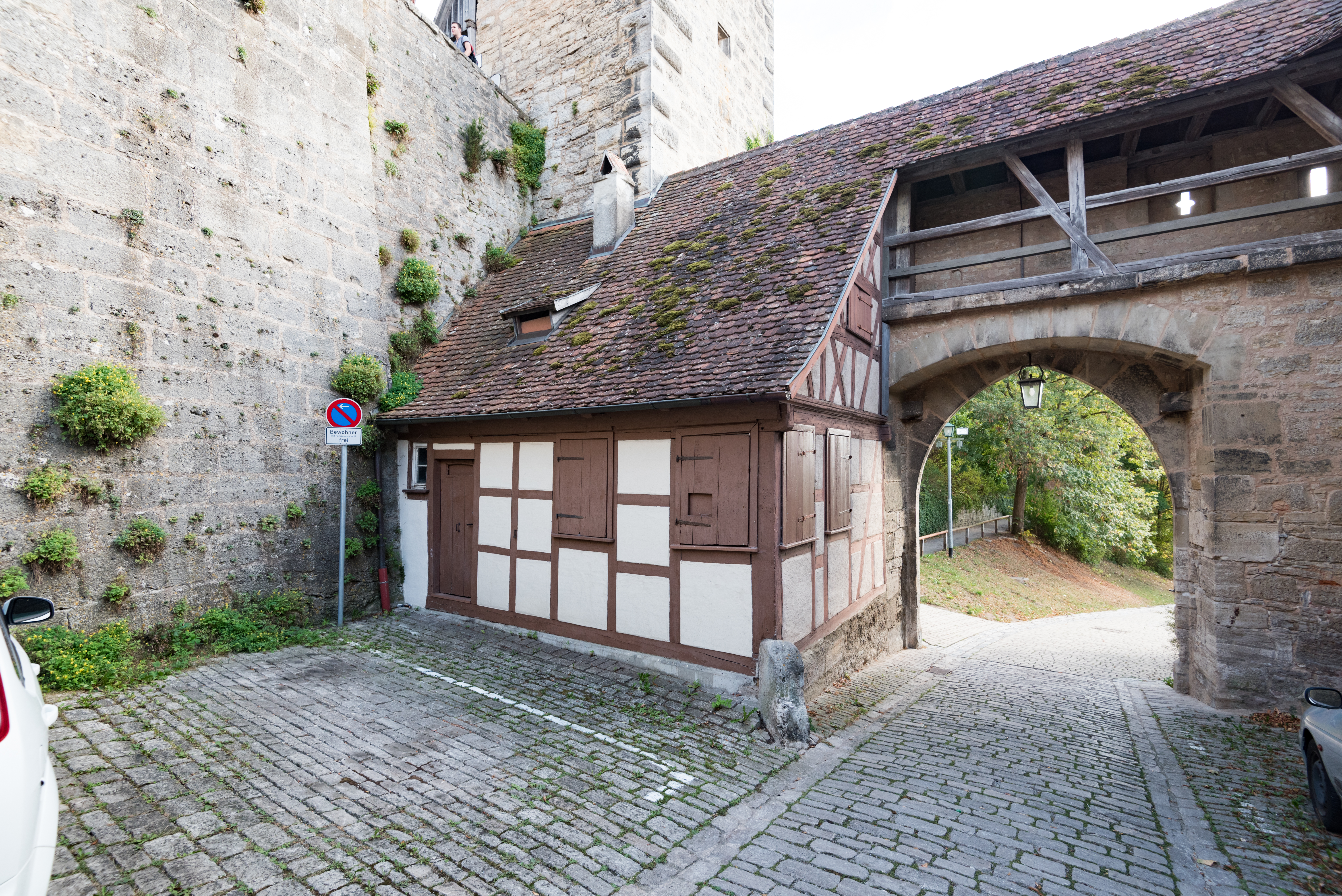
Zollhaus weitere Bilder

#### Vom Kobolzeller Tor zum Burgtor
Der Mauerabschnitt vom Kobolzeller Tor zum Burgtor dient auch als Stützmauer am stark abfallenden Hang. Auf dieser Seite war die Befestigung deutlich schwächer ausgebildet, da das Taubertal einen natürlichen Schutz darstellte. Zwischen der Fürbringer Scheune und dem Burgtor ist die Stadtmauer in den angrenzenden Häusern verbaut.
Der Mauerzug zwischen Kobolzeller Tor und der Johanniterkommende ist von der Stadtseite vom Hirschenweg und der Gasse An der Eich zugänglich.
- Hirschenweg 1: Wachturm, sogenanntes Weißtürmlein (Lage), ehemaliger Halbrundturm aus Quadersteinen, jetzt noch zweigeschossiger Turmstumpf, Ende 14. Jahrhundert
- Hirschenweg: Wachturm, ehemalige runde Mauerstreichwehr, sogenanntes Heinzelstürmlein (Lage), jetzt noch Stützpfeiler mit runder Fußplatte, zweites Viertel 15. Jahrhundert, Abbruch 18. Jahrhundert

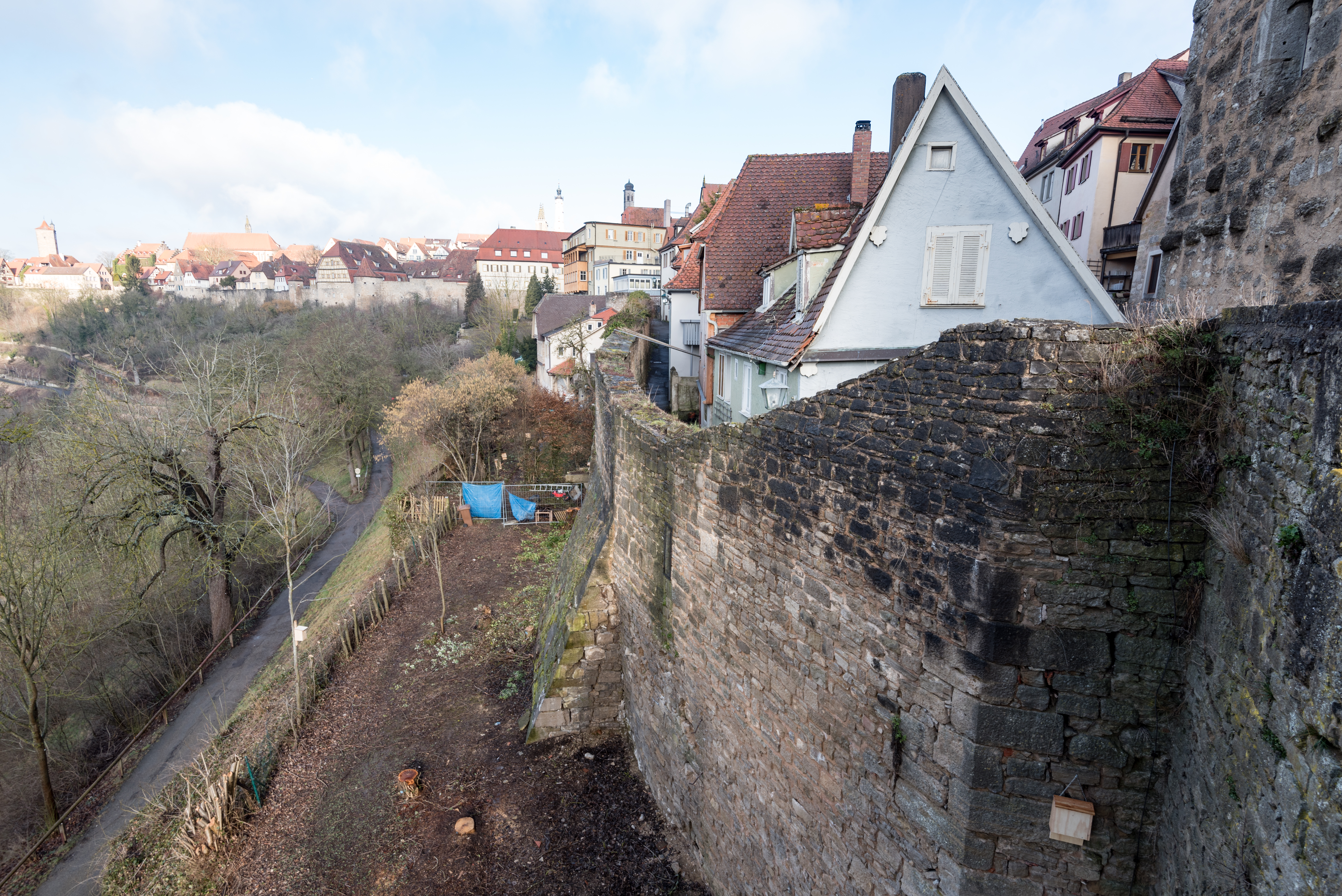
Mauer nördlich des Kobolzeller Tors, Feldseite weitere Bilder
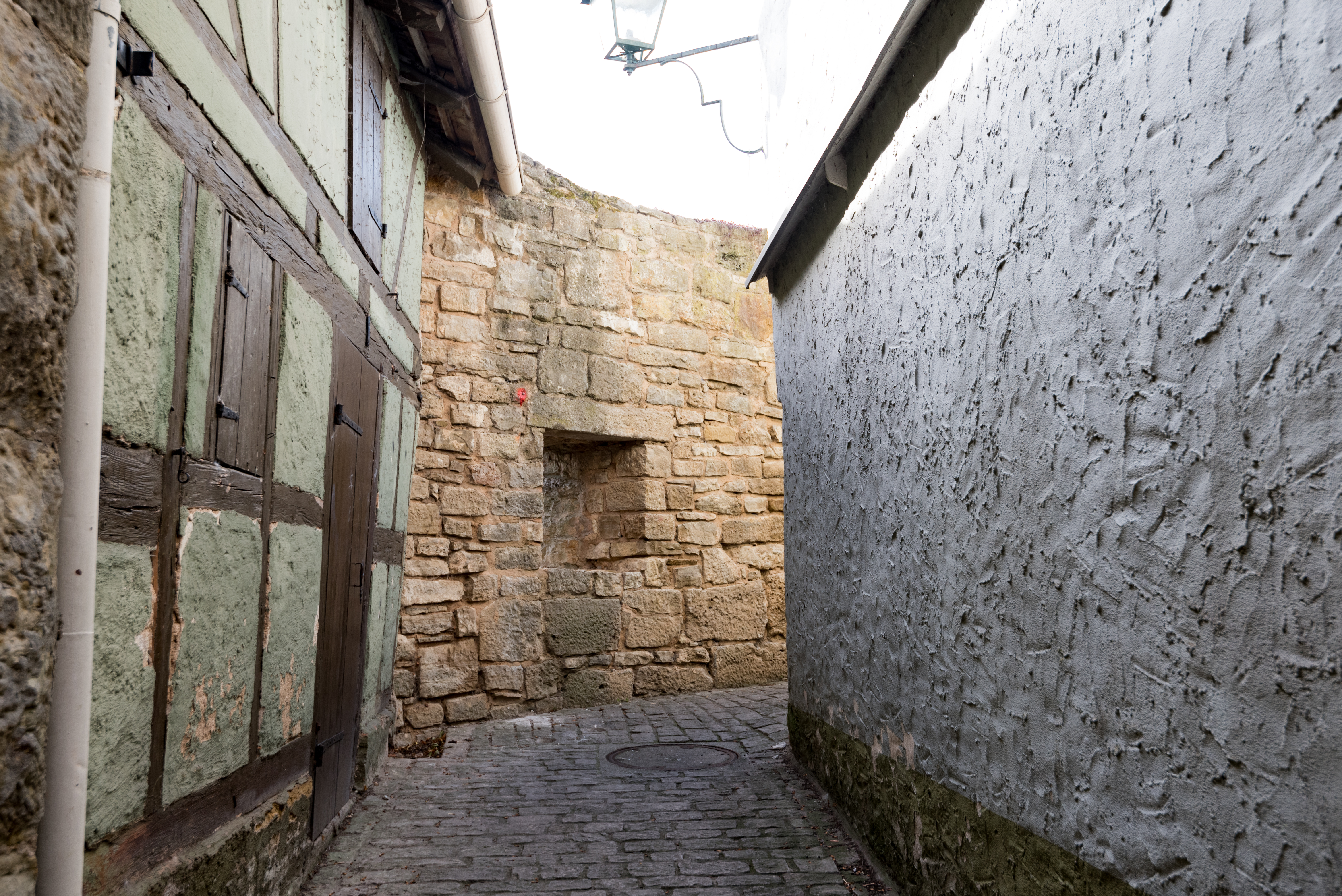
Mauer nördlich des Kobolzeller Tors, Stadtseite weitere Bilder
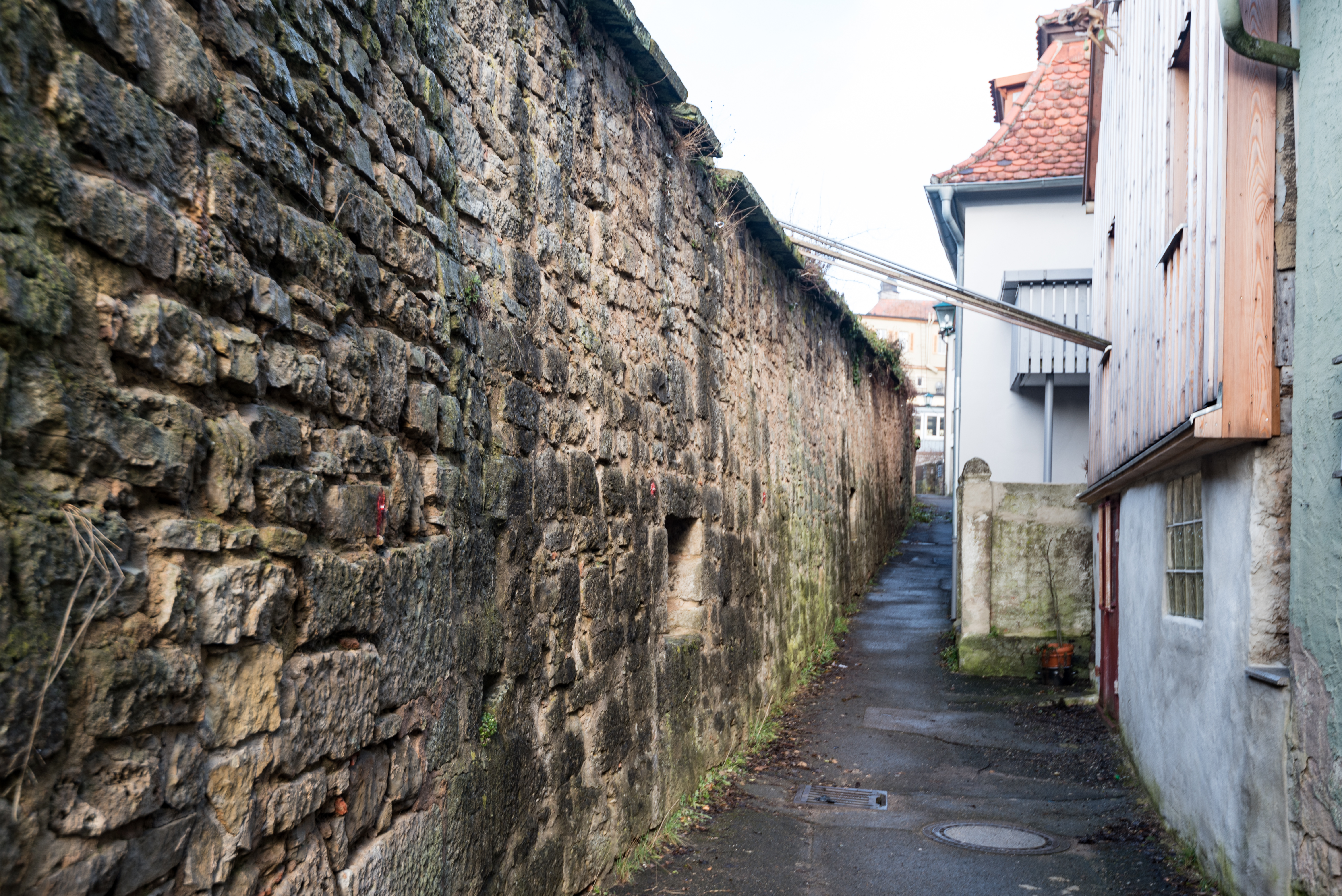
Mauer nördlich des Kobolzeller Tors, Stadtseite weitere Bilder
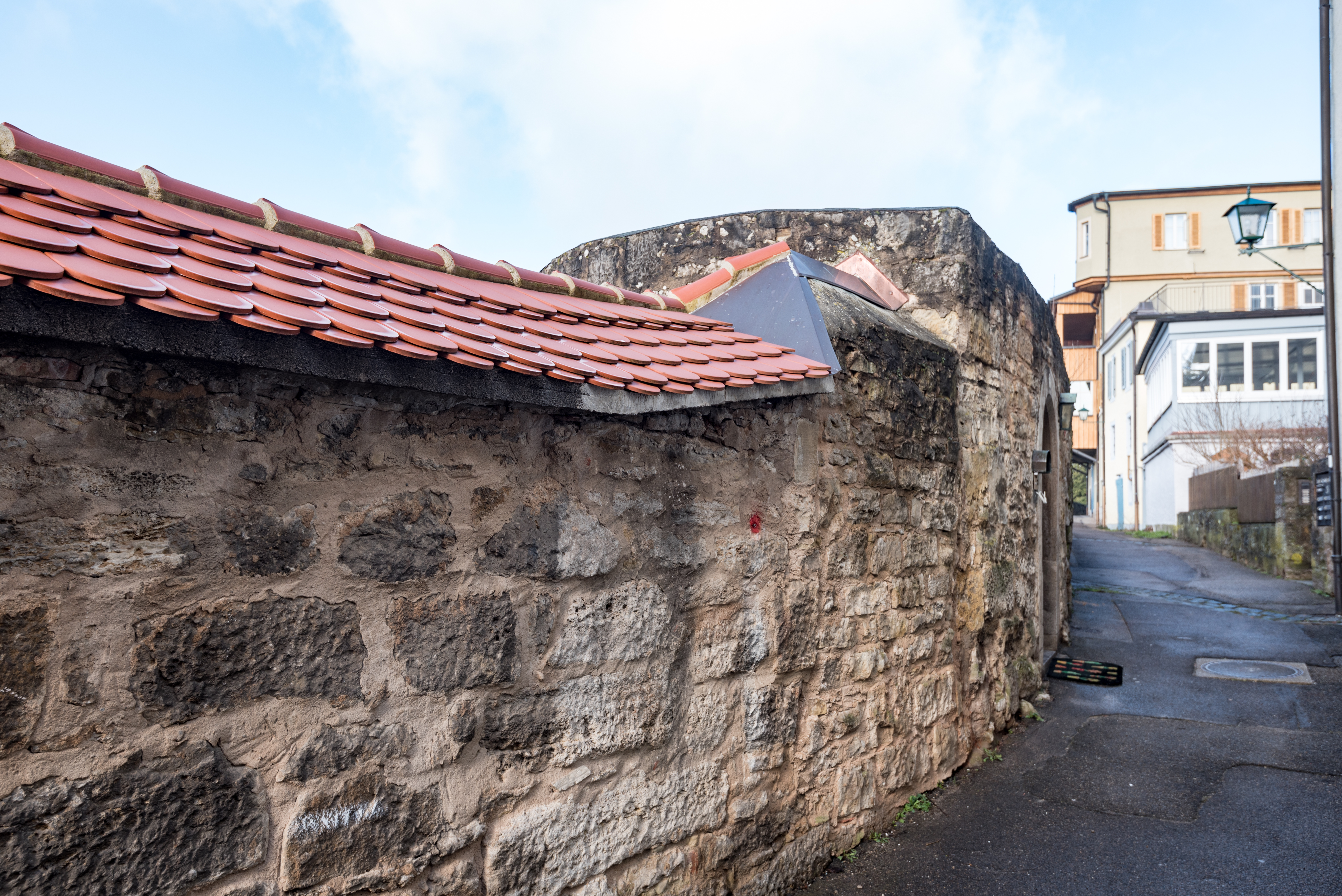
Weißtürmlein, Stadtseite weitere Bilder
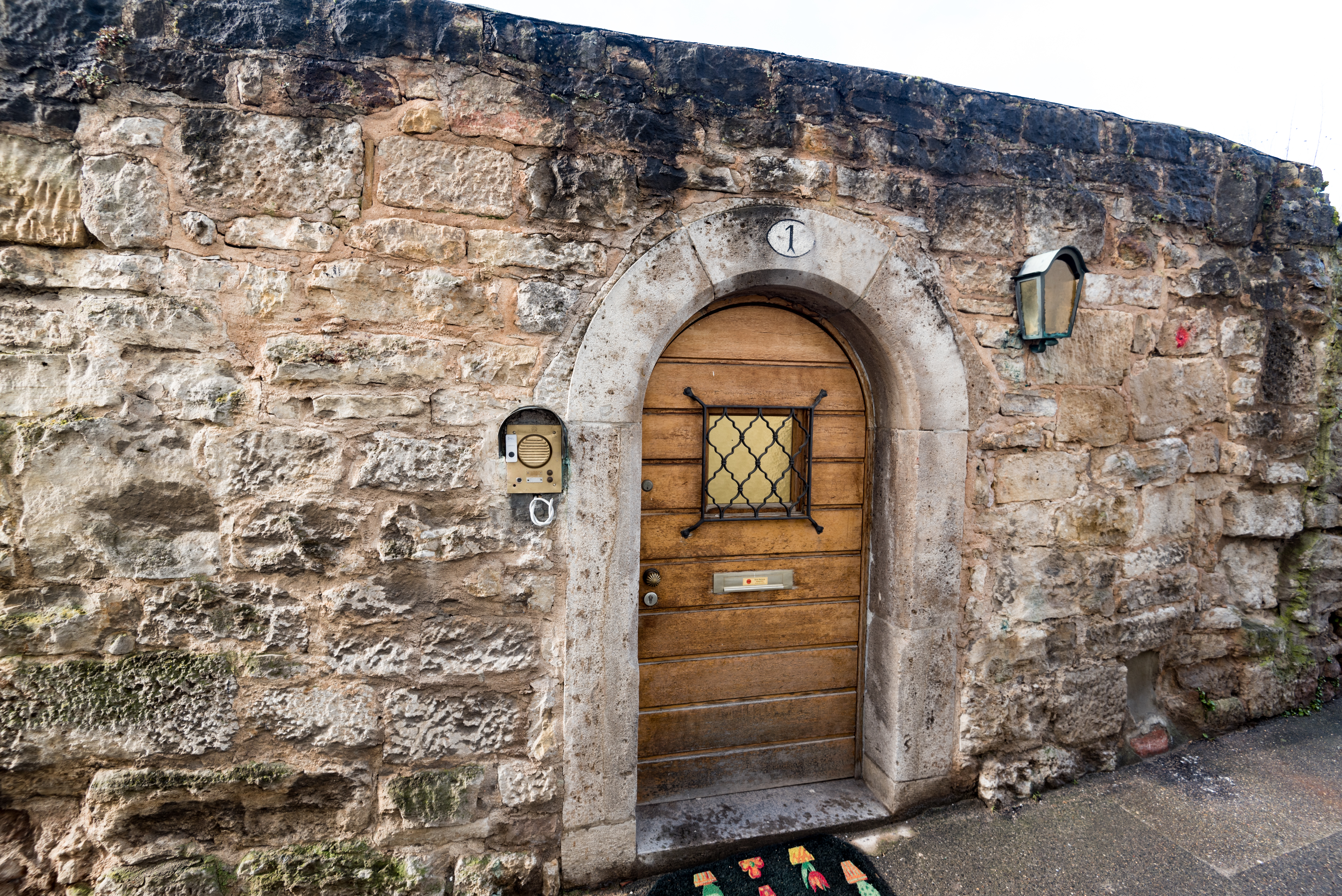
Weißtürmlein, Stadtseite weitere Bilder
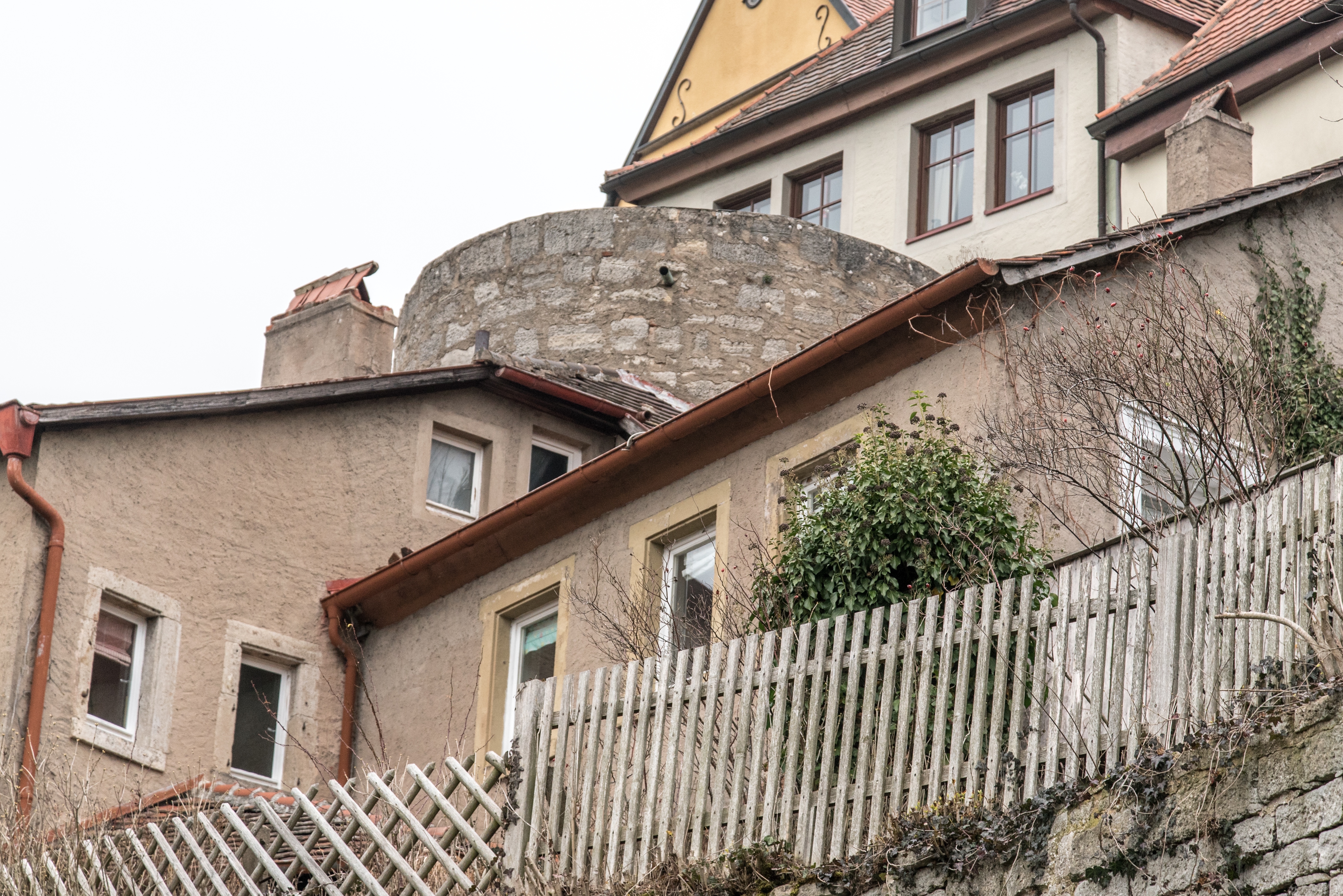
Weißtürmlein, Feldseite weitere Bilder
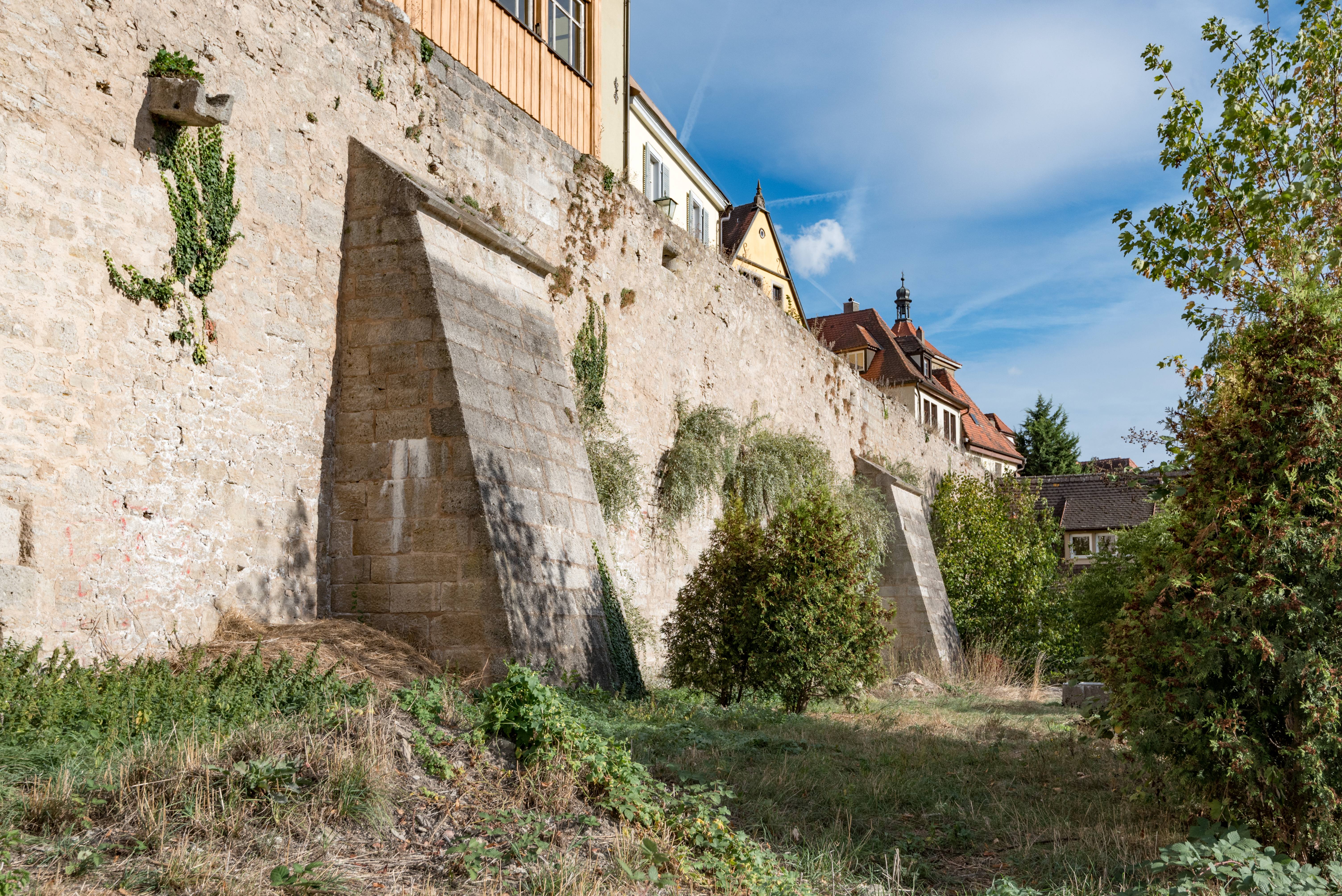
Mauer nördlich des Weißtürmleins, Feldseite weitere Bilder
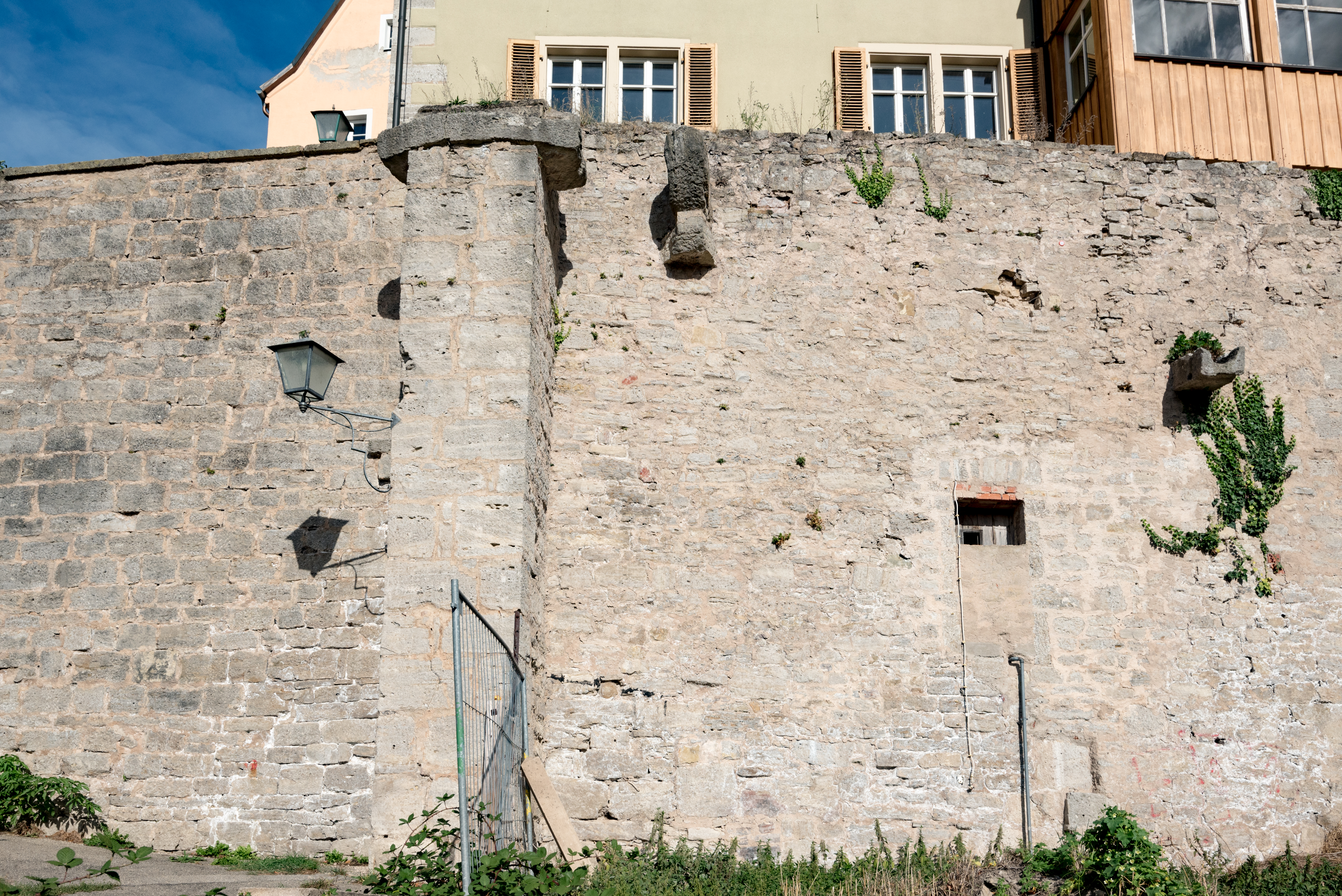
Heinzlestürmlein weitere Bilder
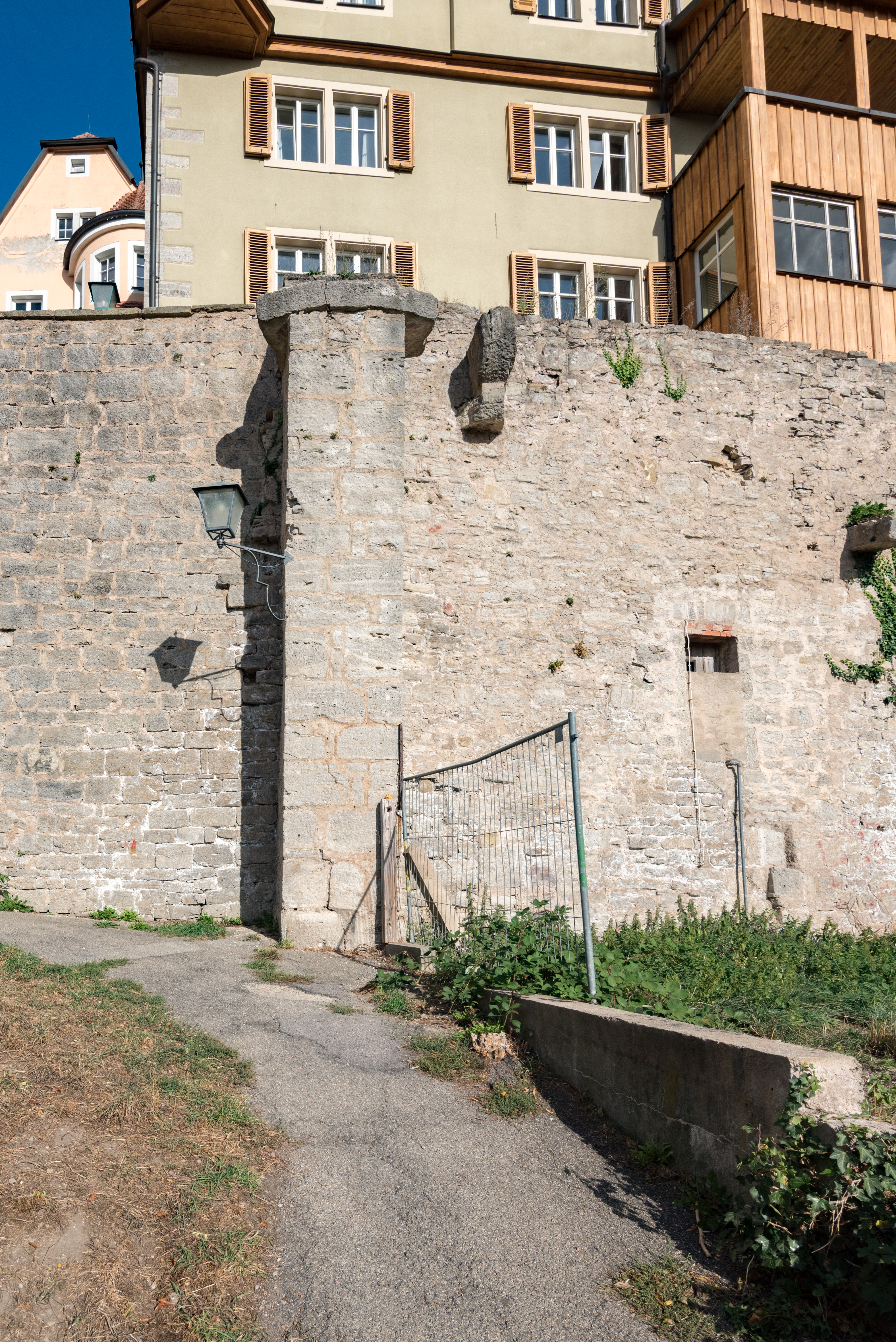
Heinzlestürmlein weitere Bilder
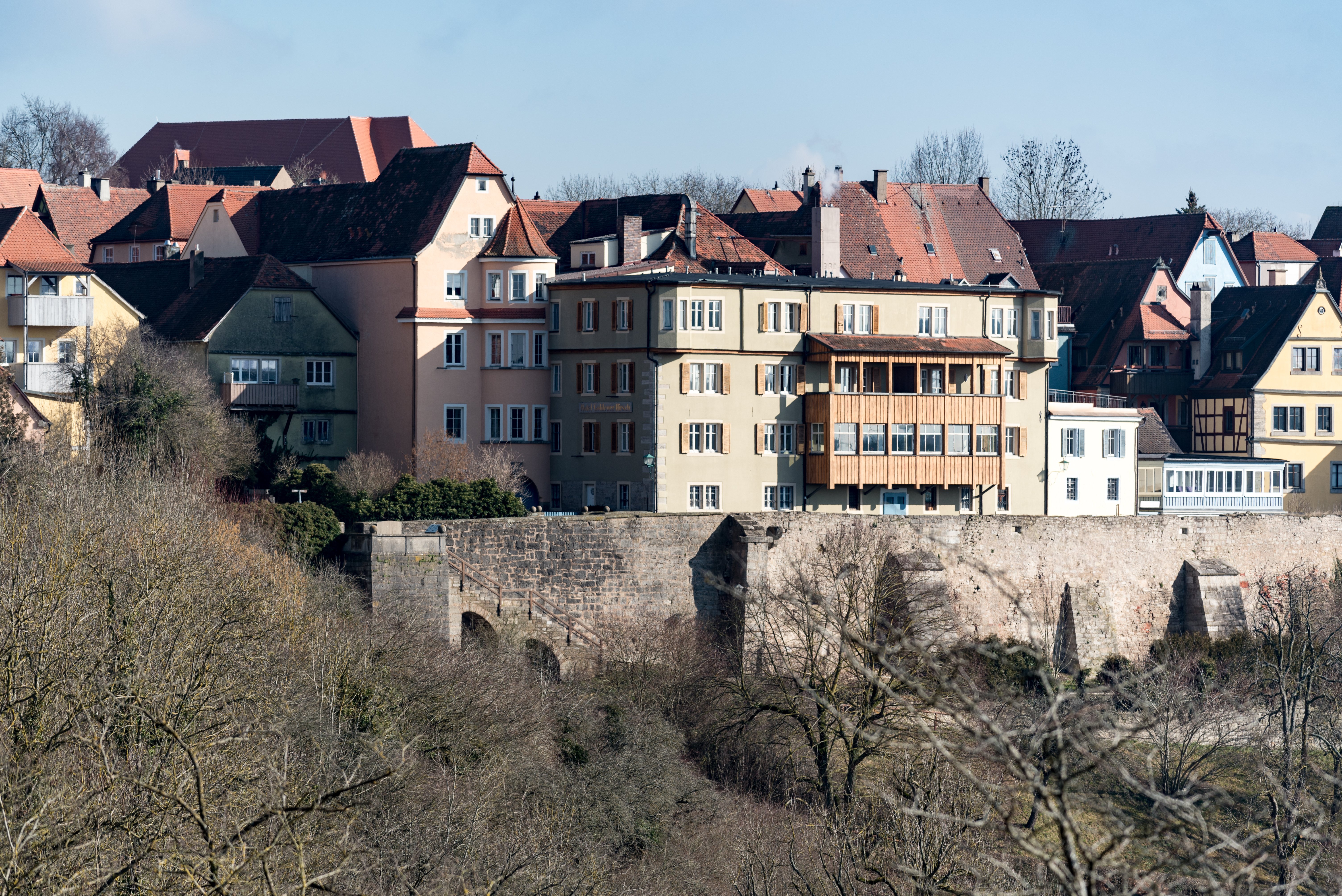
Mauer An der Eich, von Westen weitere Bilder

Der Mauerabschnitt zwischen Johanniterkommende und Burgtor gehört dem inneren Bering an.
- Stadtmauer an der südlichen Grundstücksgrenze von Burggasse 3 (Lage), 5 (Lage), 7b (Lage), 7 (Lage), 9 (Lage), 11 (Lage), 13 (Lage), 15 (Lage), 17 (Lage), 23 (Lage), 25 (Lage), 27 (Lage), 29 (Lage), 31 (Lage), Herrengasse 33 (Lage)
- Burggasse 5: Wachturm, sogenannter Johanniterturm (Lage), quadratischer Bruchsteinbau mit halbrunder Stirn und Kegeldach, Ende 14. Jahrhundert
- Burggasse 7: Wachturm, sogenannte Käskammer (Lage), eingeschossiger Rechteckbau aus Bruchstein mit Walmdach, drittes Viertel 14. Jahrhundert
- Burggasse 19: Wachturm, sogenannter Franziskanerturm (Lage), Reste des ehemaligen rechteckigen Werksteinbaus, 1385/90
- Burggasse 23: Wachturm, sogenannter Turm an der Fürbringerscheune (Lage), trapezförmiger Bruchsteinbau zu vier Geschossen mit Eckquaderung und abknickendem Zeltdach, nach 1356, Dach 17. Jahrhundert, moderner Durchgang 1862

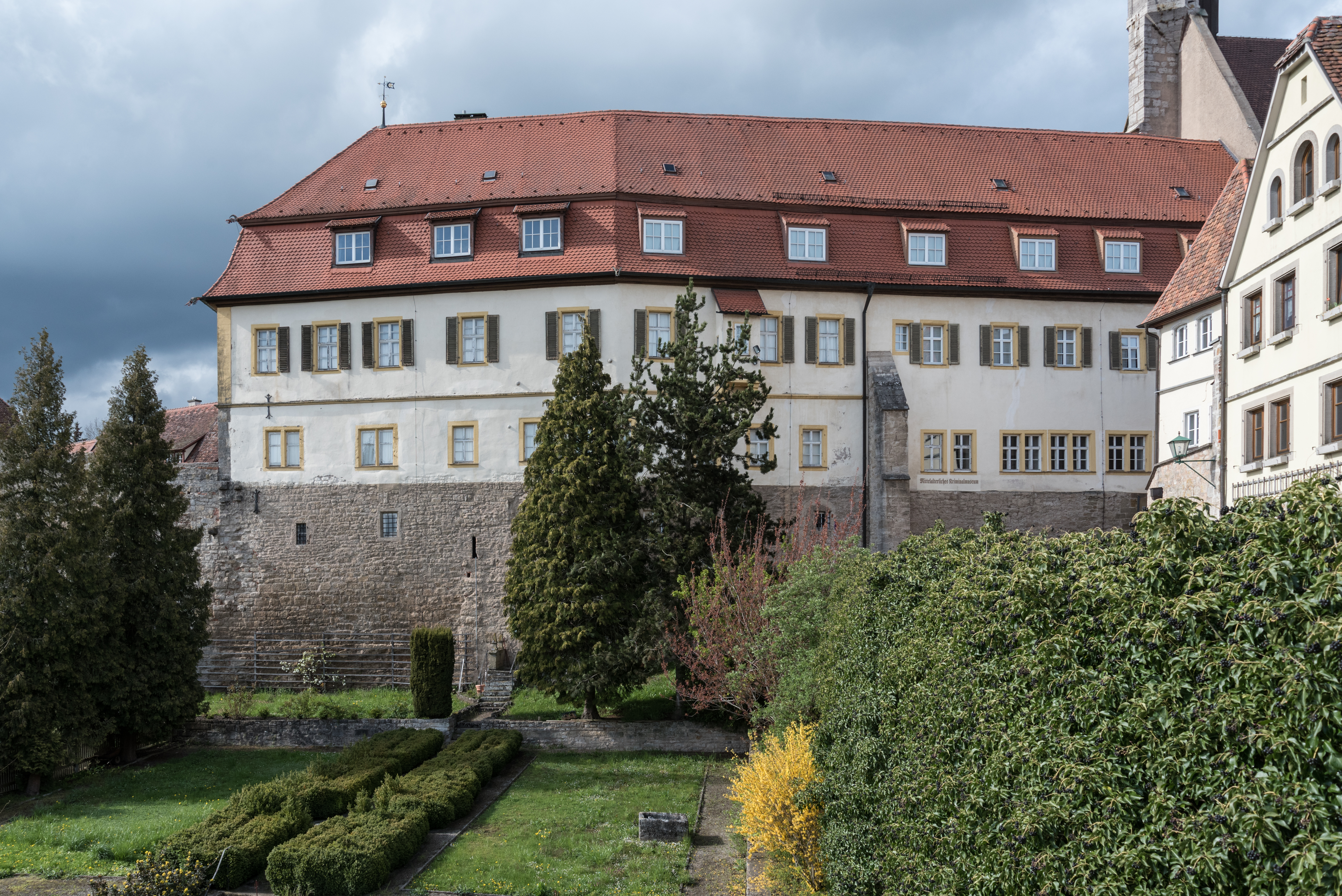
Burggasse 3 weitere Bilder
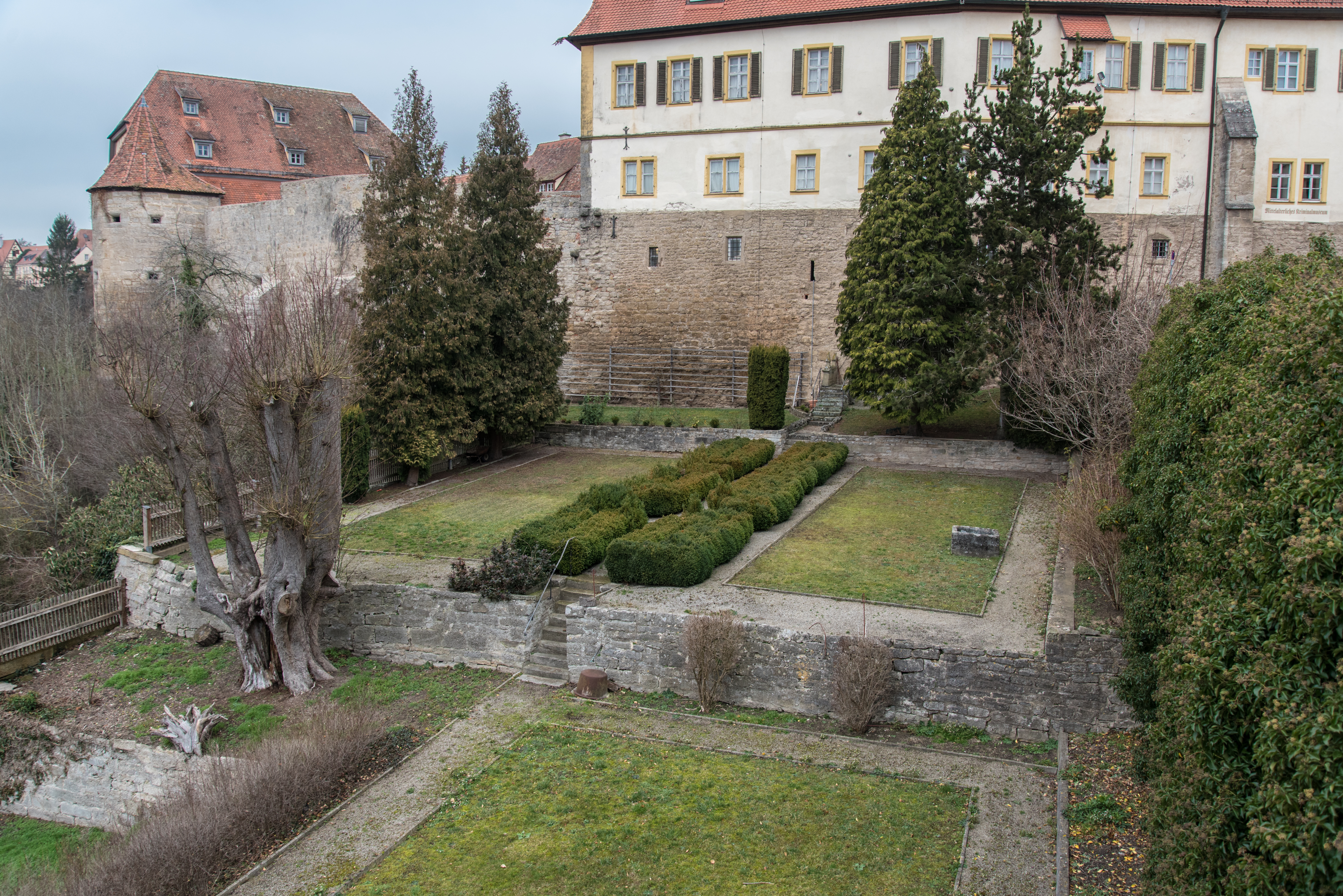
Burggasse 3 weitere Bilder
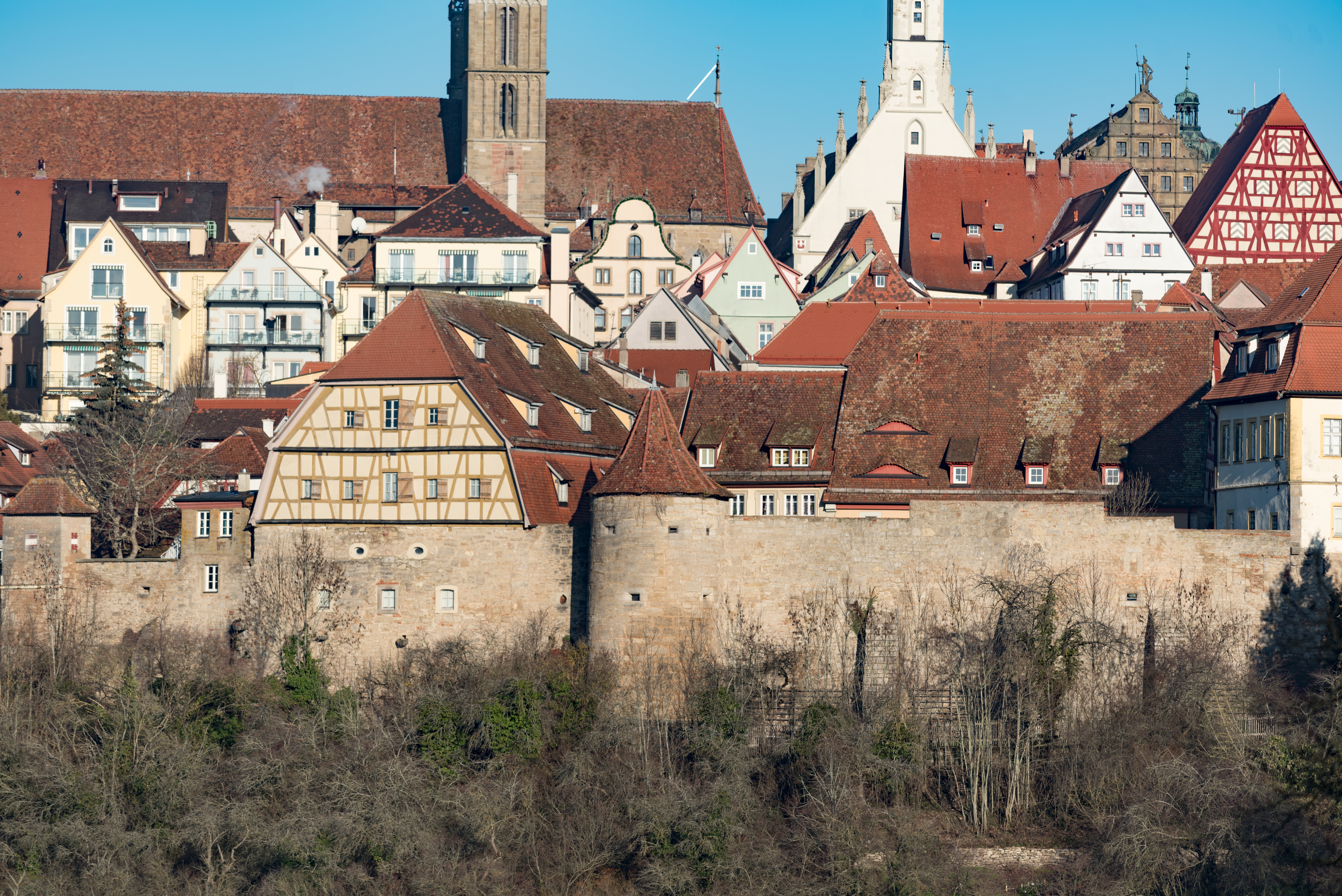
Burggasse 7b, 5, 3 weitere Bilder
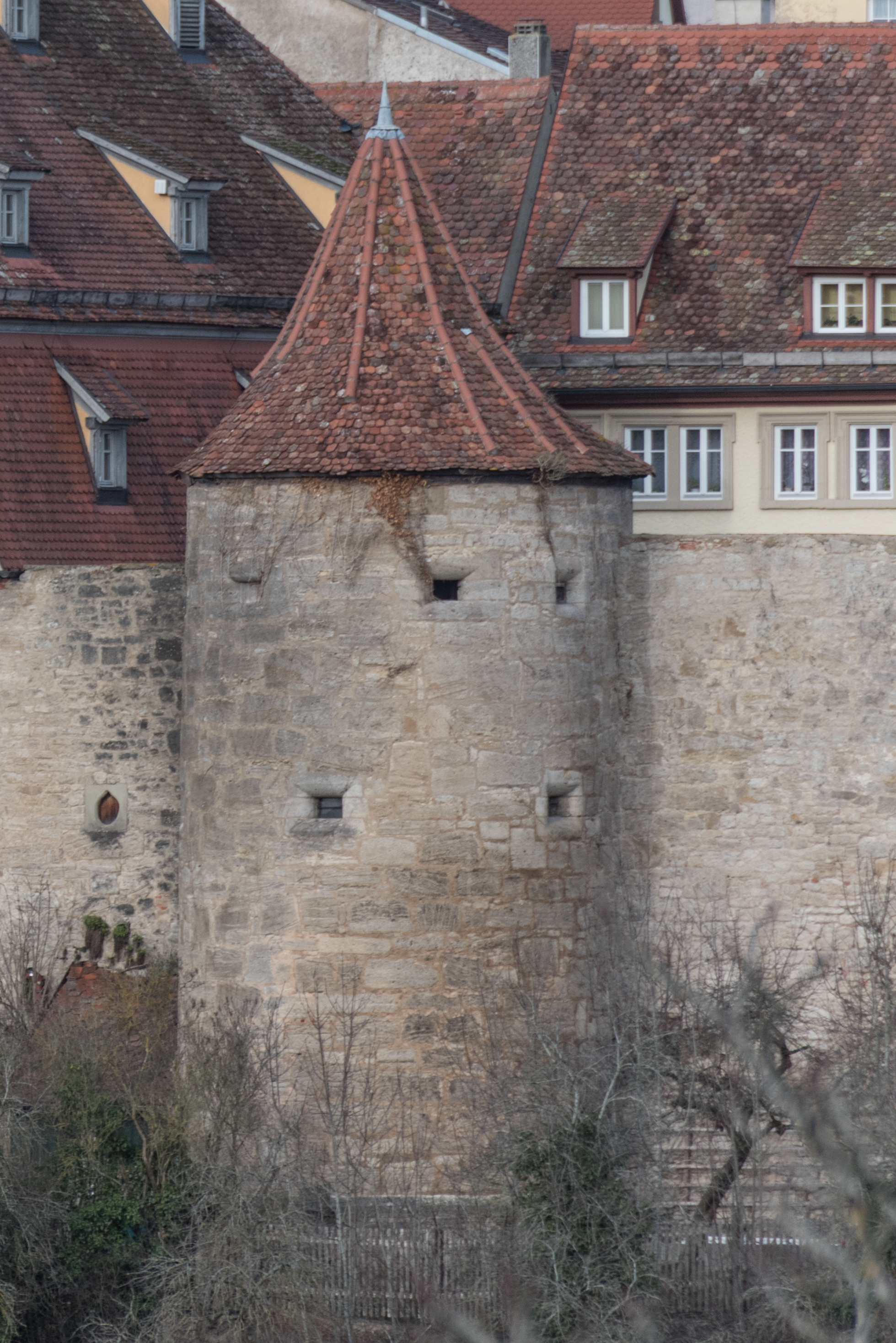
Johanniterturm, von Süden weitere Bilder
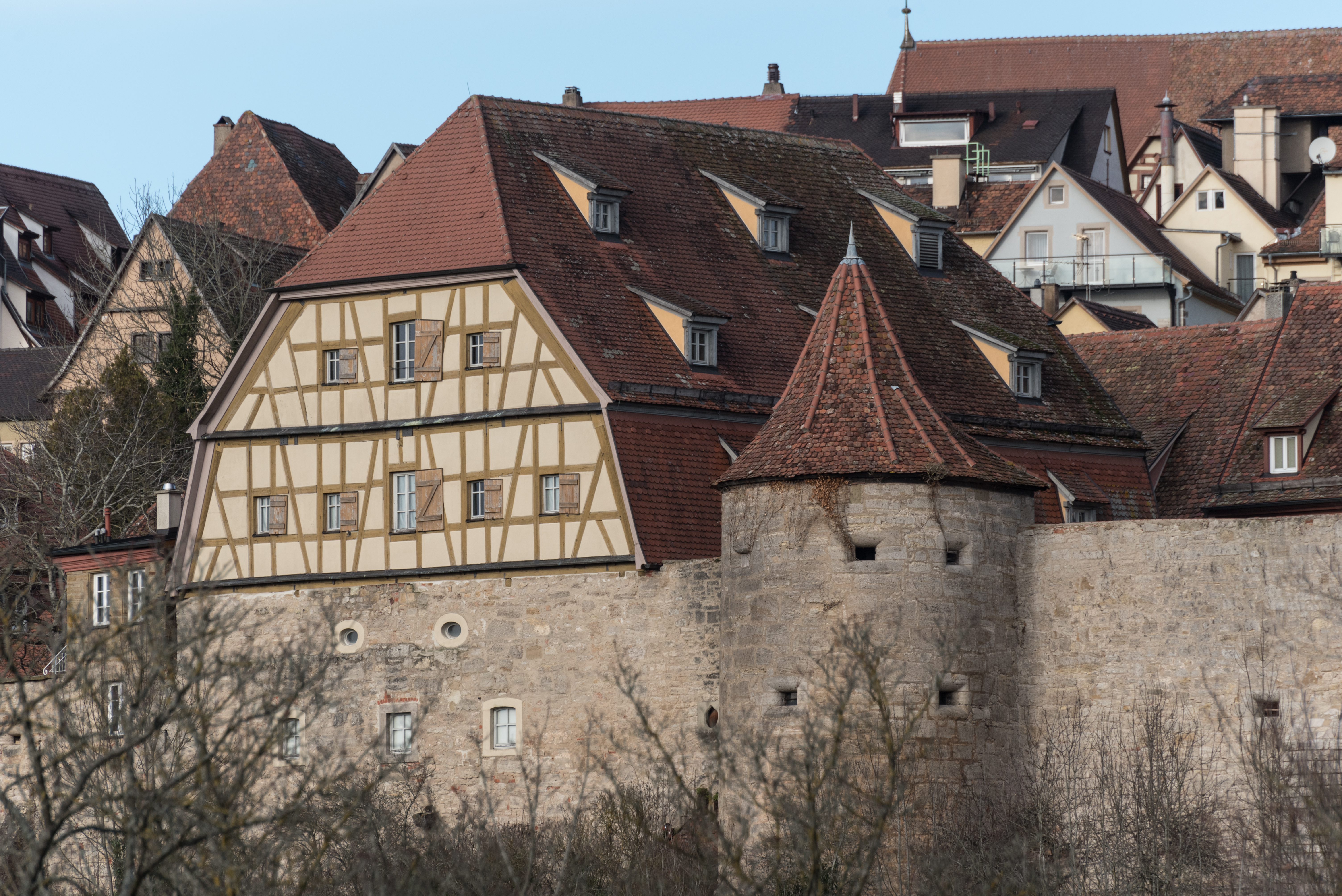
Burggasse 7b, 5, Mauer, Käskammer und Johanniterturm weitere Bilder
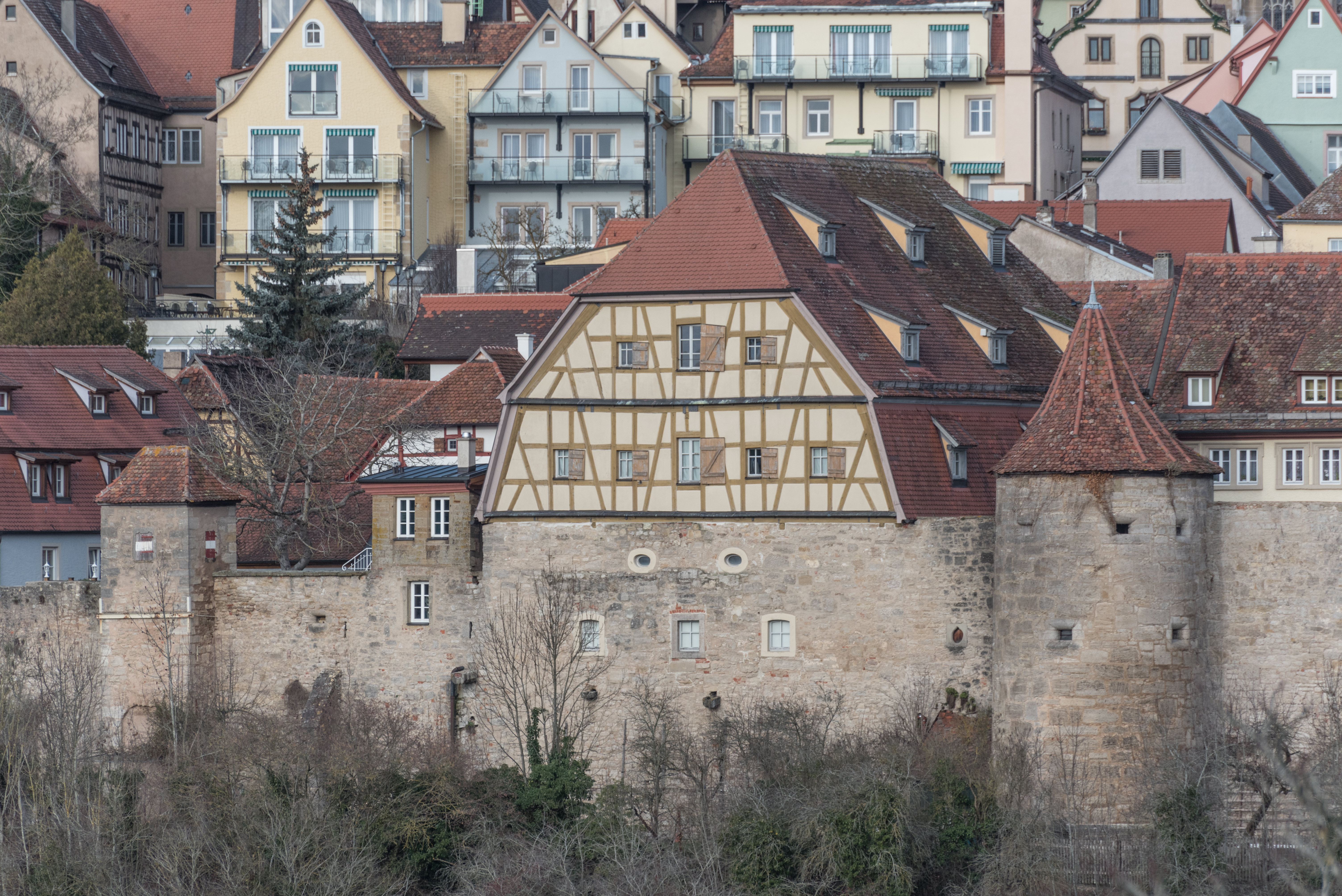
Burggasse 5, Mauer und Johanniterturm weitere Bilder
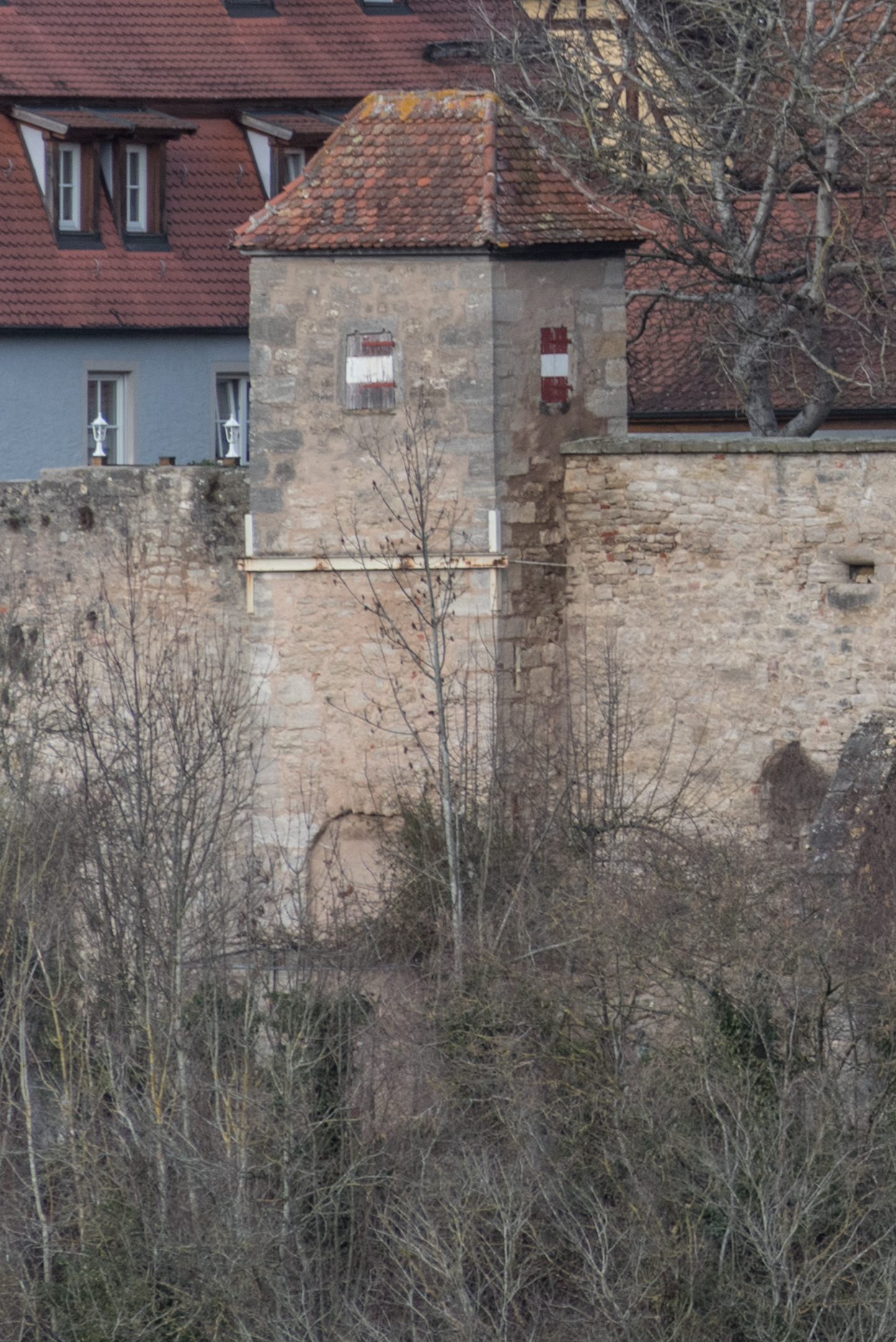
Käskammer, von Süden weitere Bilder
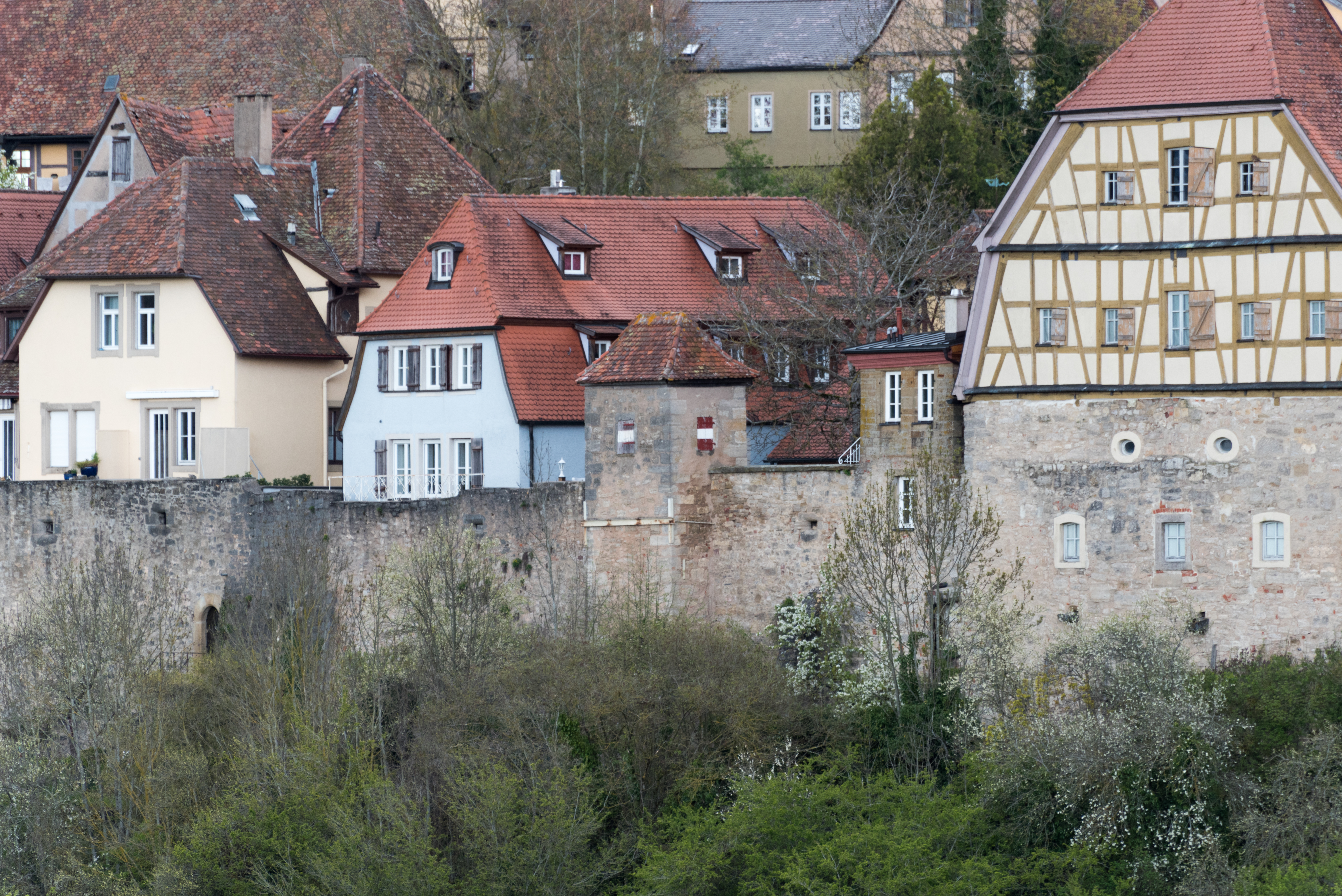
Burggasse 9, 7, 7b, 5 weitere Bilder
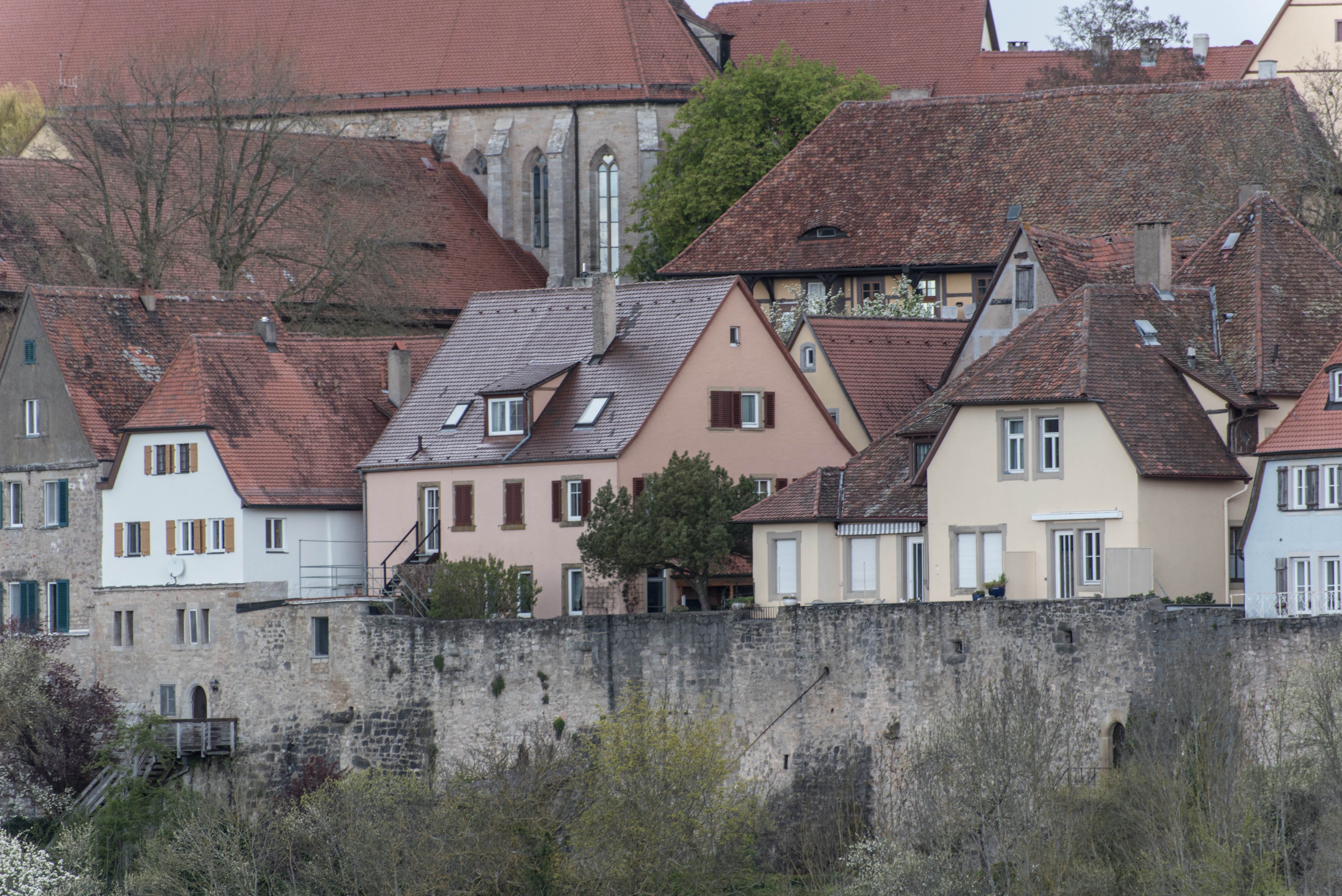
Burggasse 13, 11, 9 weitere Bilder
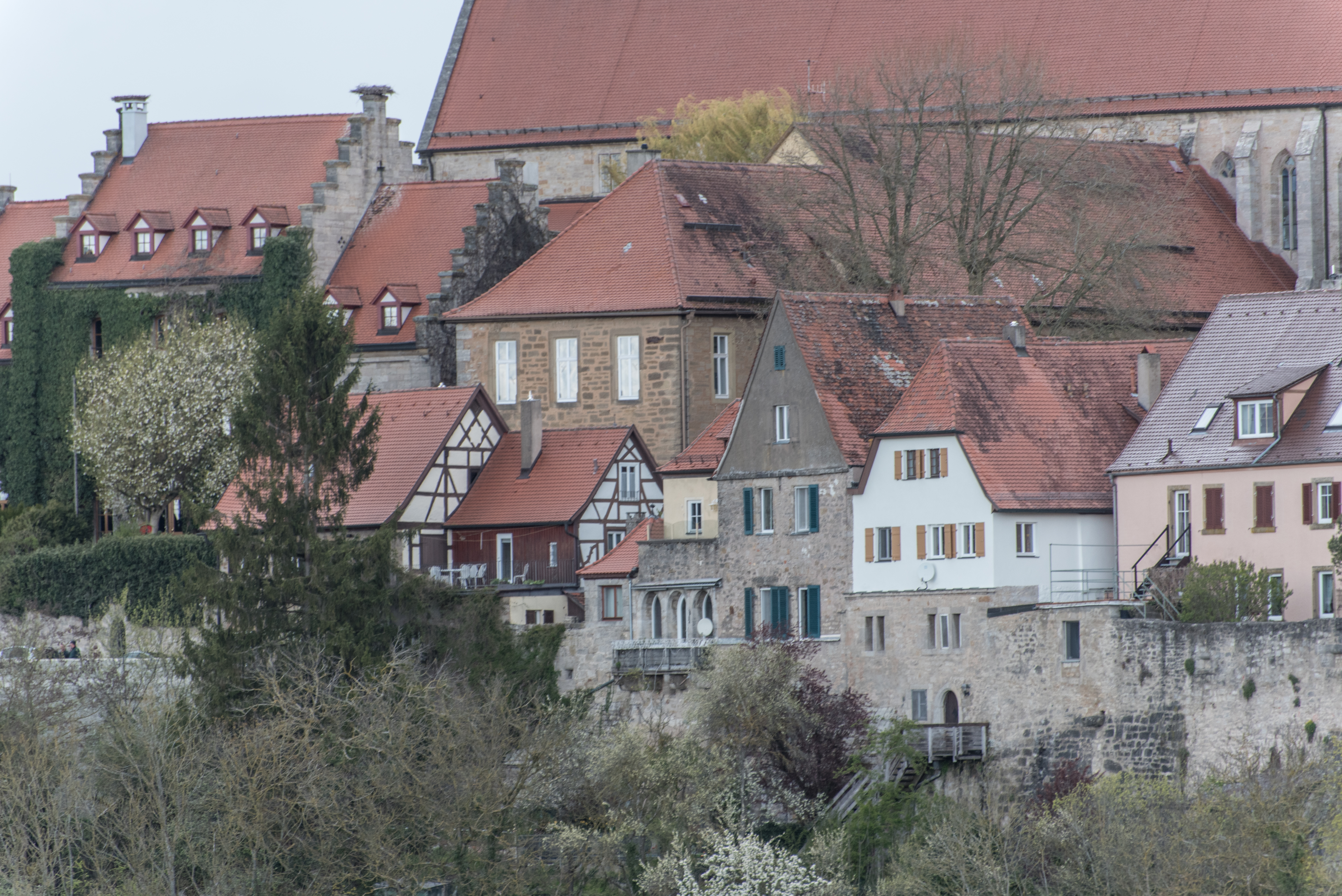
Burggasse 15, 13 weitere Bilder
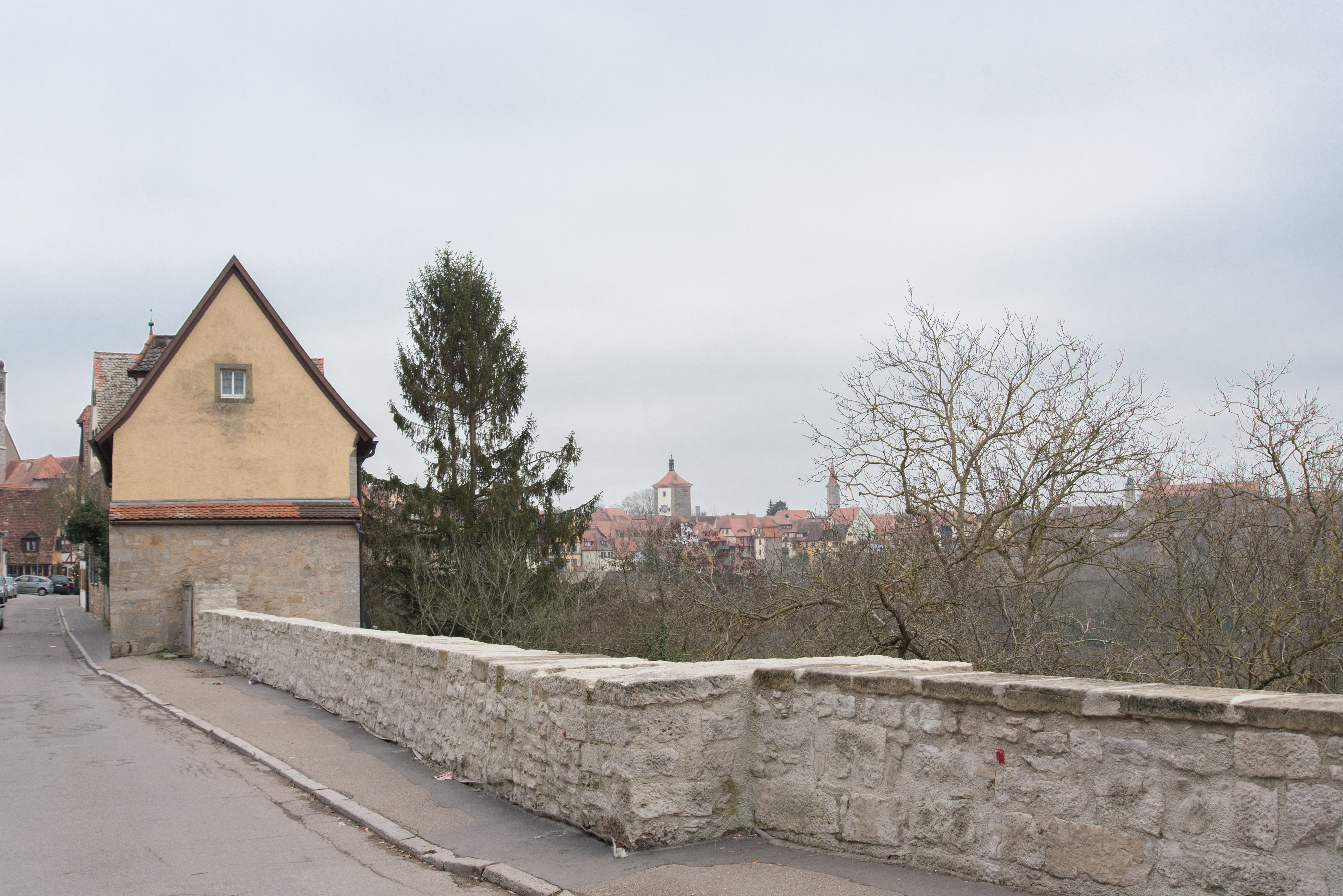
Burggasse westlich Nr. 19, von Westen weitere Bilder
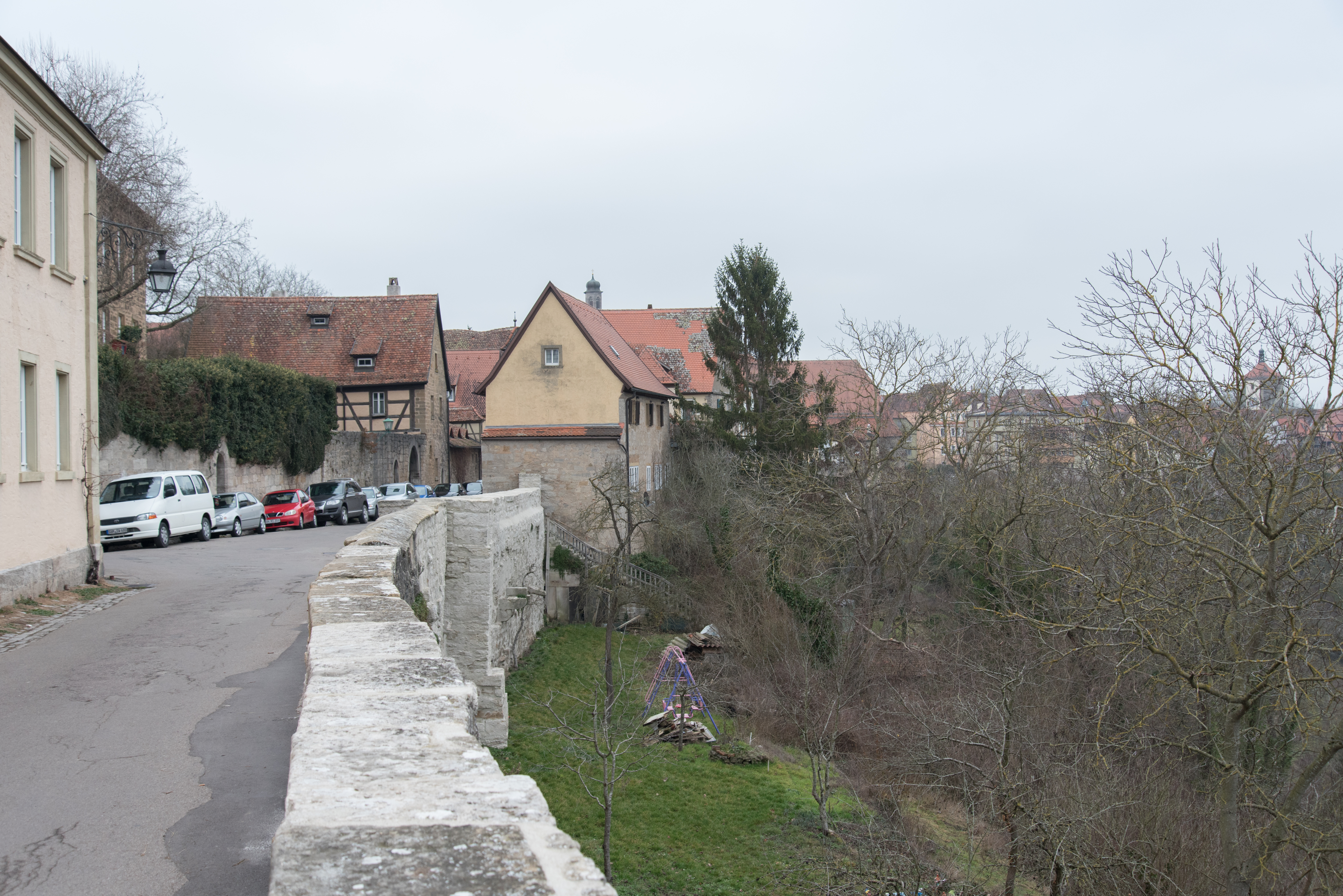
Burggasse westlich Nr. 19, von Westen weitere Bilder
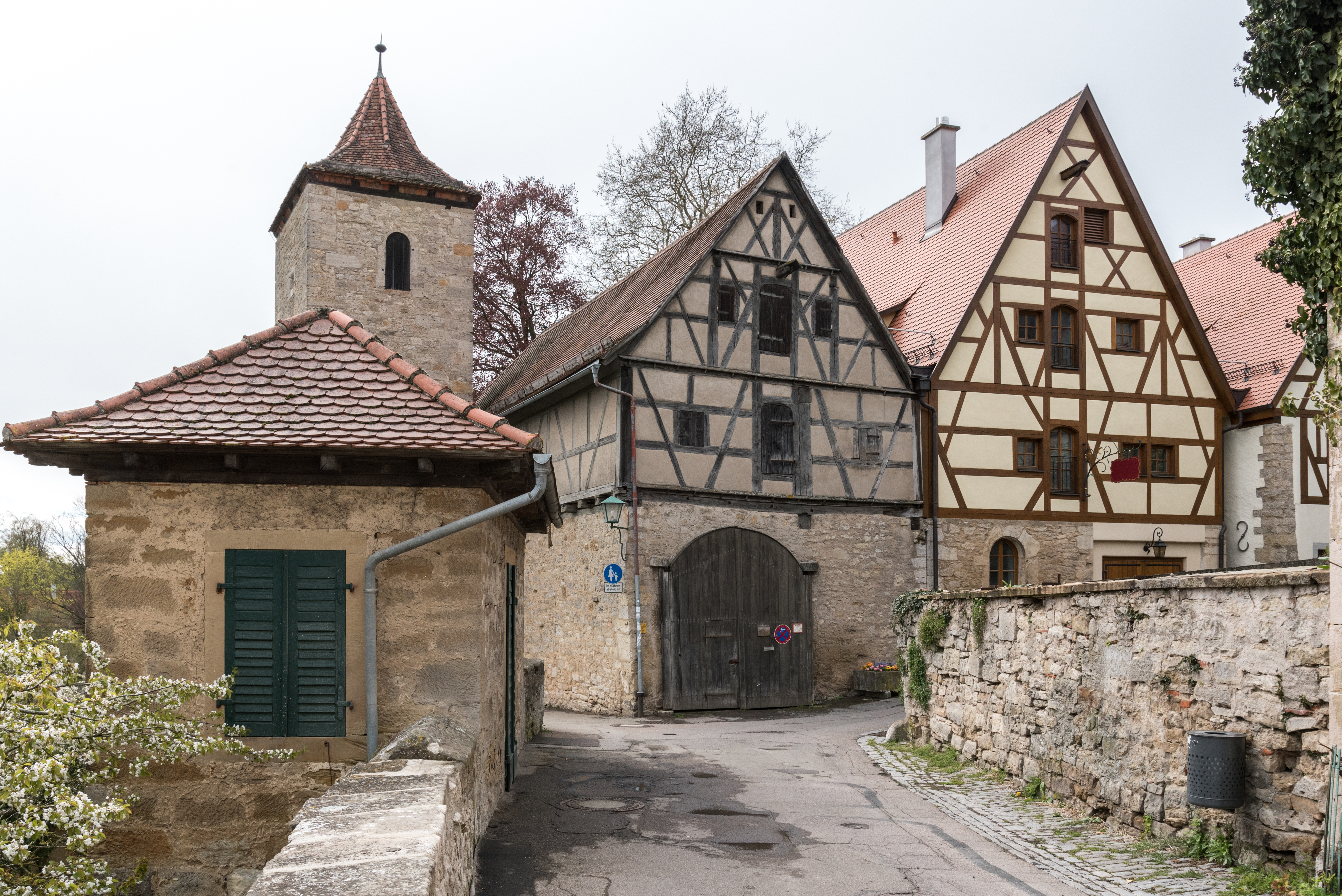
Franziskanerturm, von Osten weitere Bilder
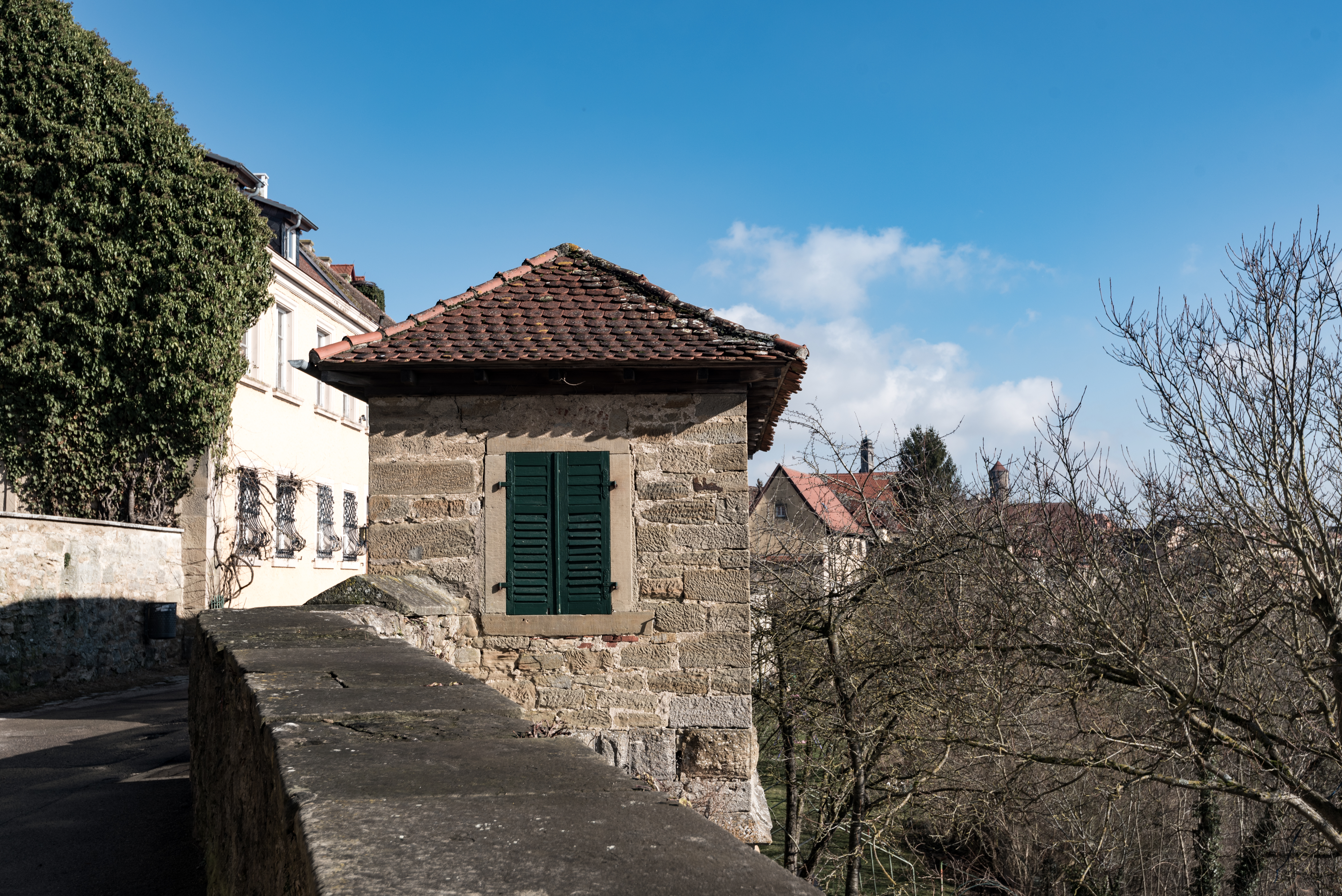
Franziskanerturm, von Westen weitere Bilder
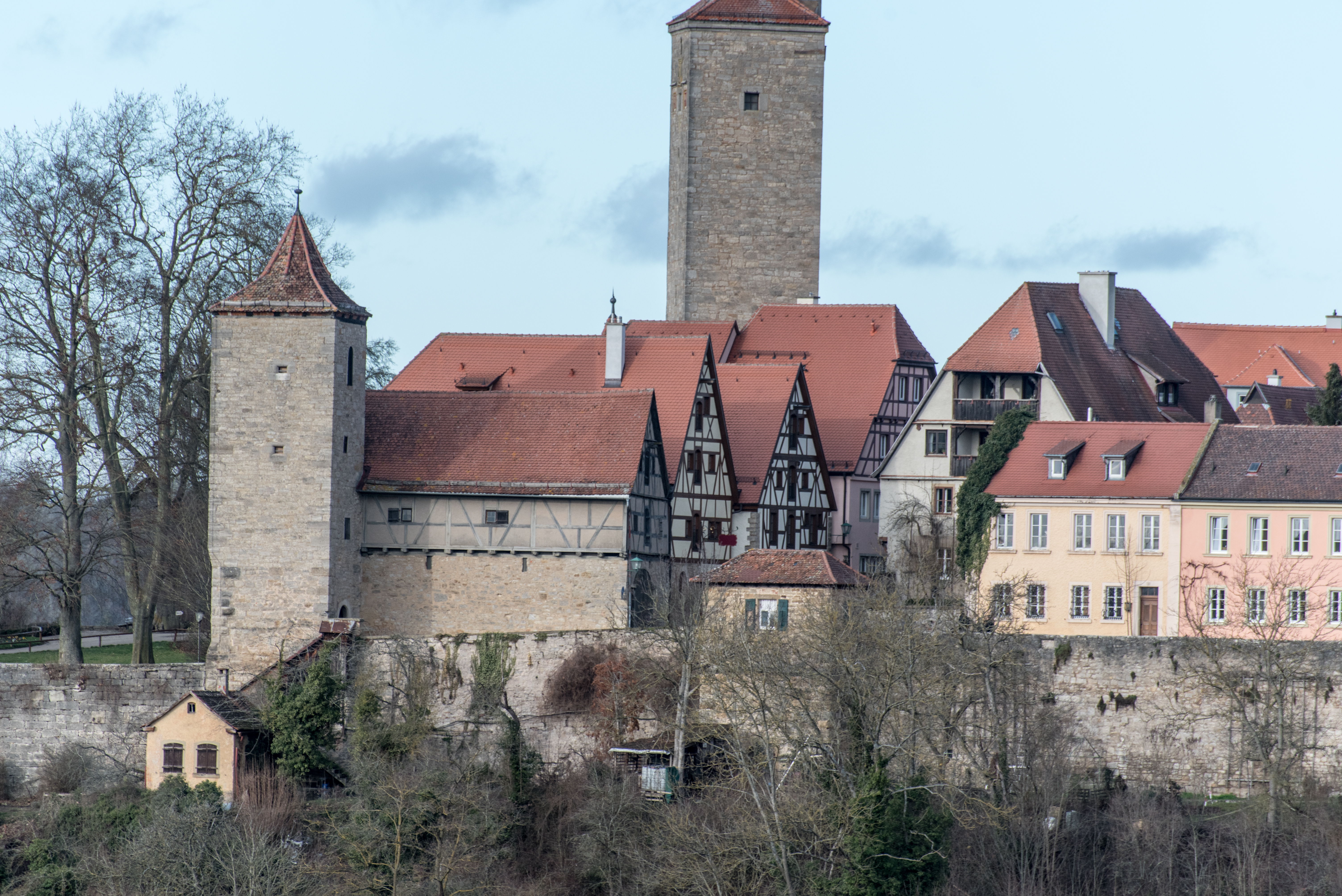
Turm an der Fürbringerscheune, Franziskanerturm, von Süden weitere Bilder
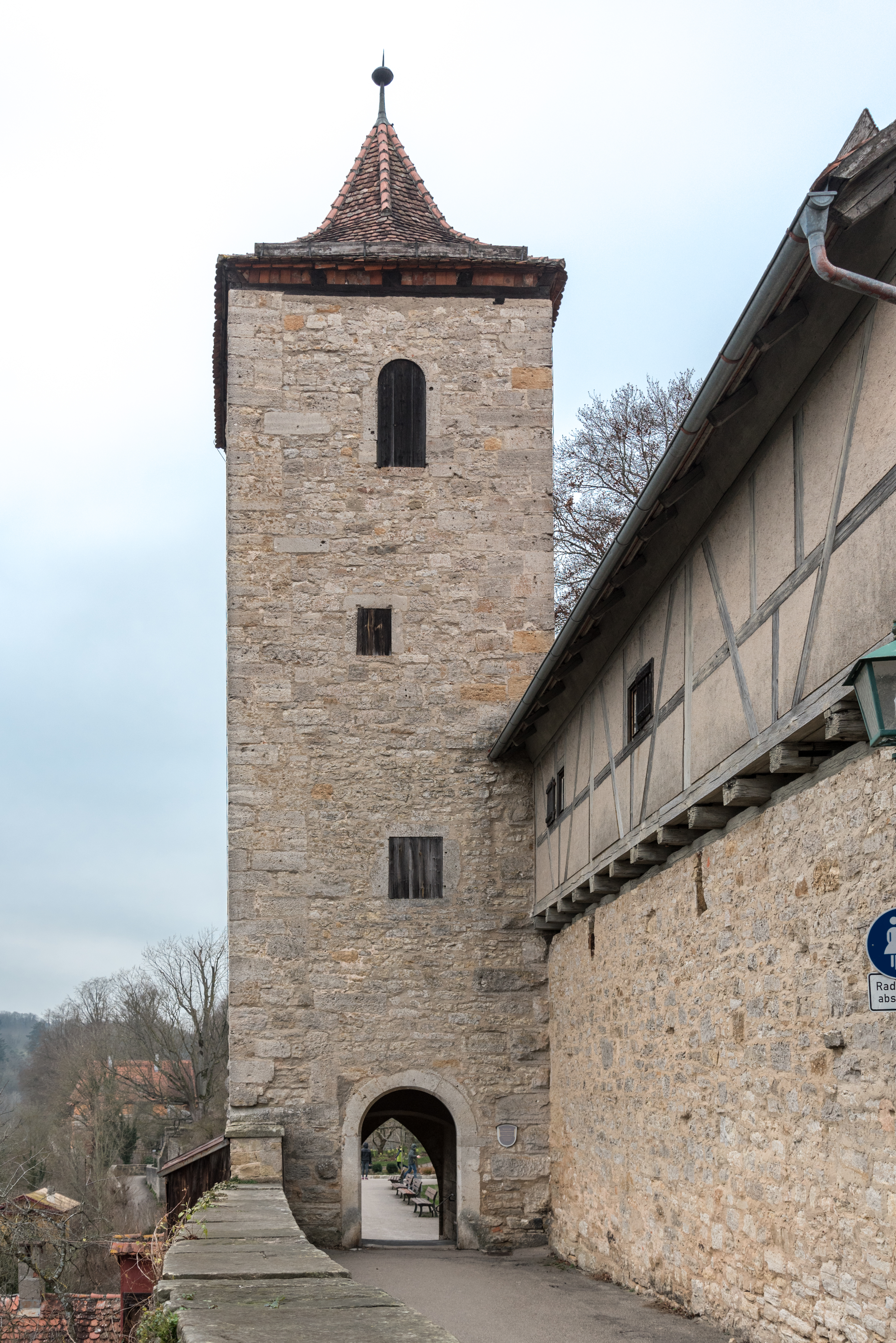
Turm an der Fürbringerscheune, von Osten weitere Bilder
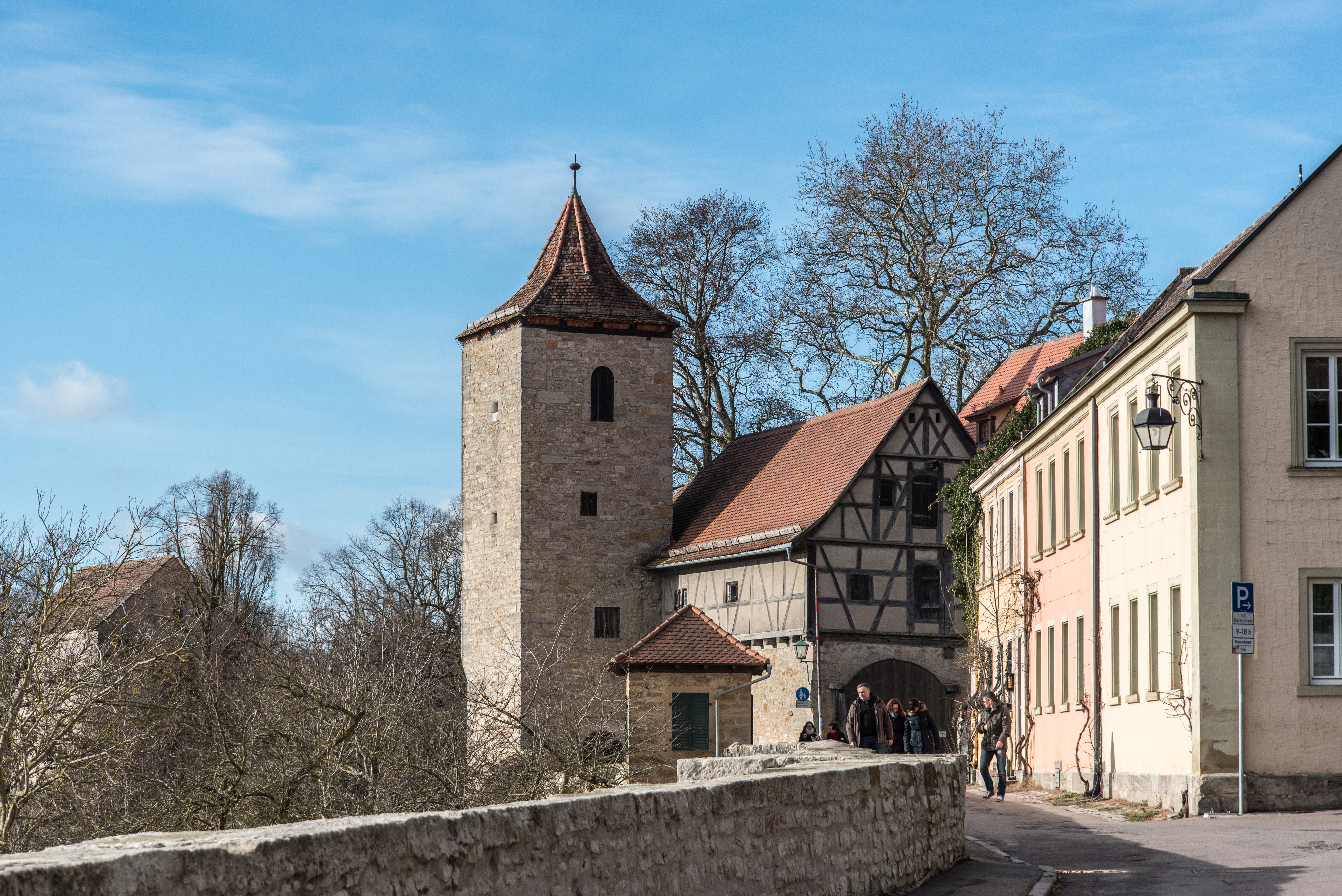
Turm an der Fürbringerscheune, von Osten weitere Bilder
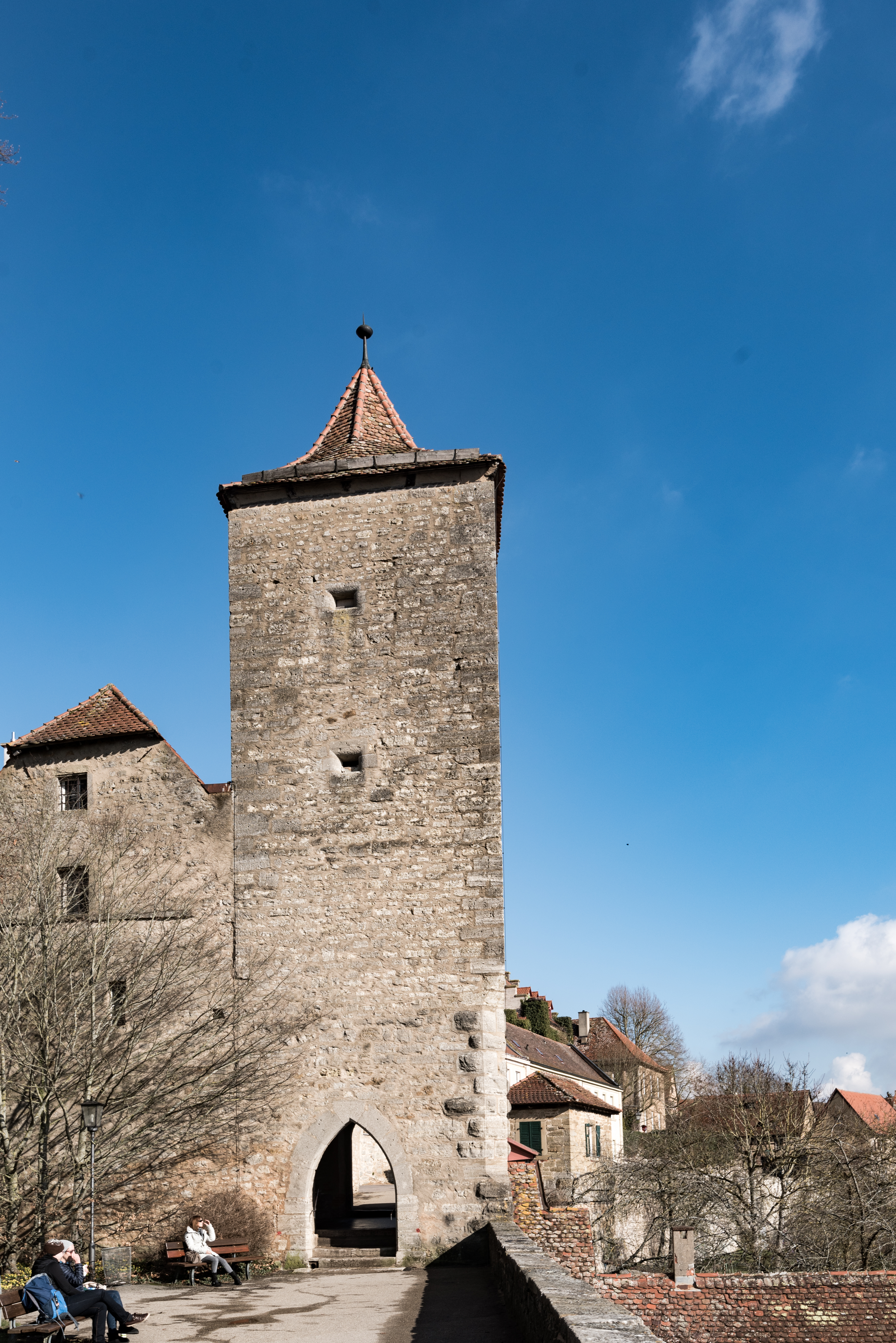
Turm an der Fürbringerscheune, von Westen weitere Bilder
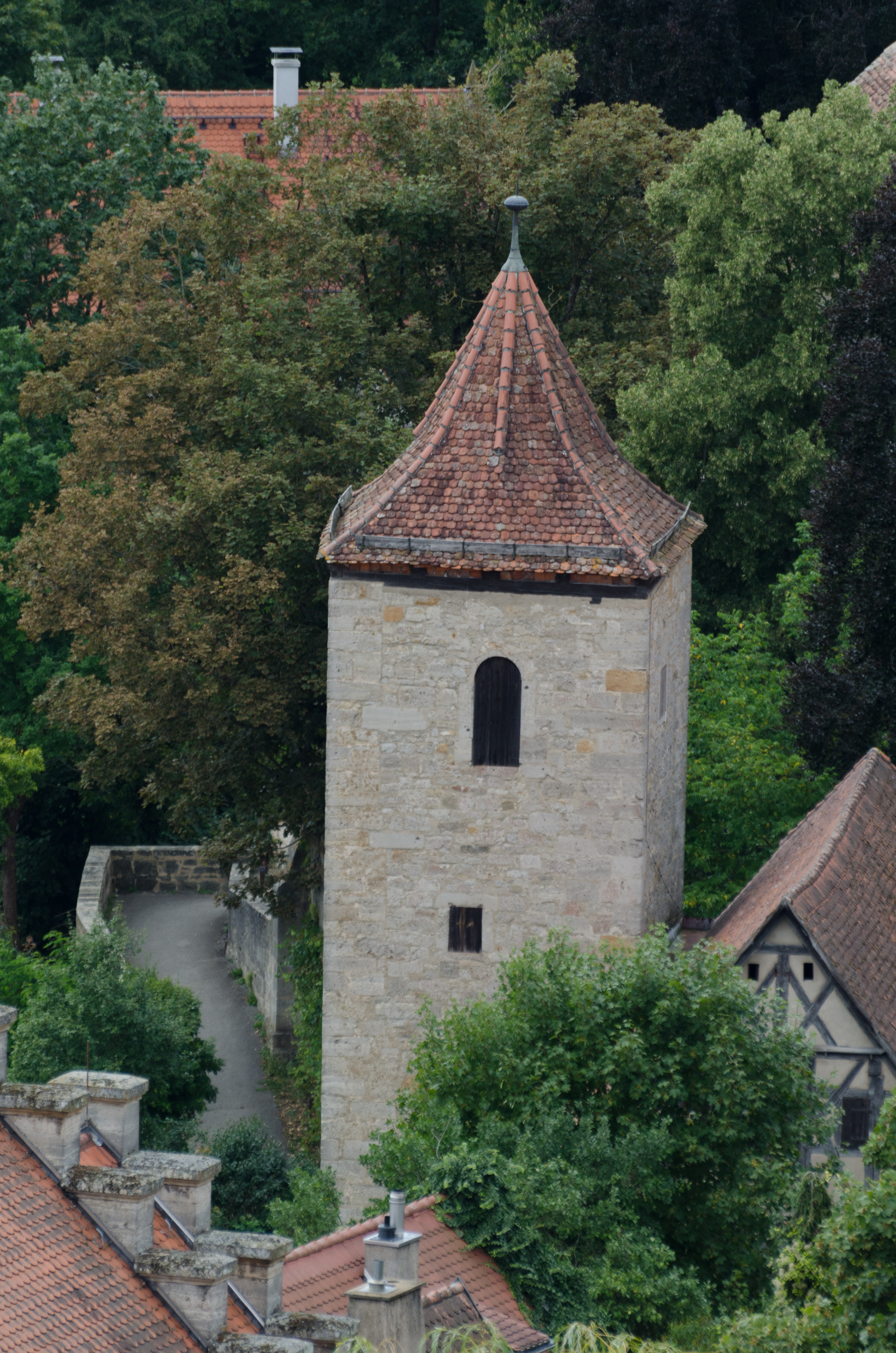
Turm an der Fürbringerscheune, vom Rathausturm weitere Bilder
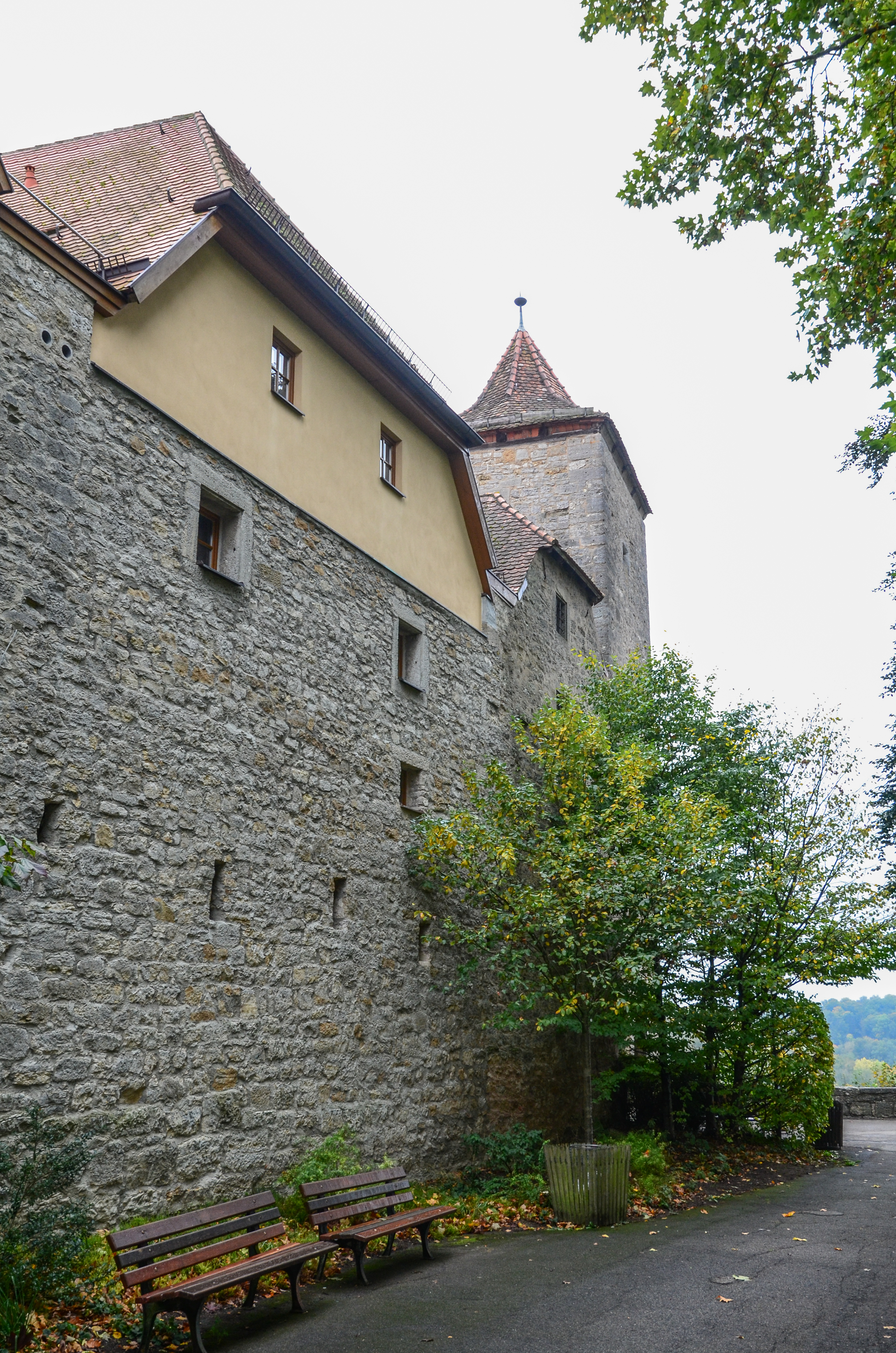
Burggasse 25, 23 weitere Bilder
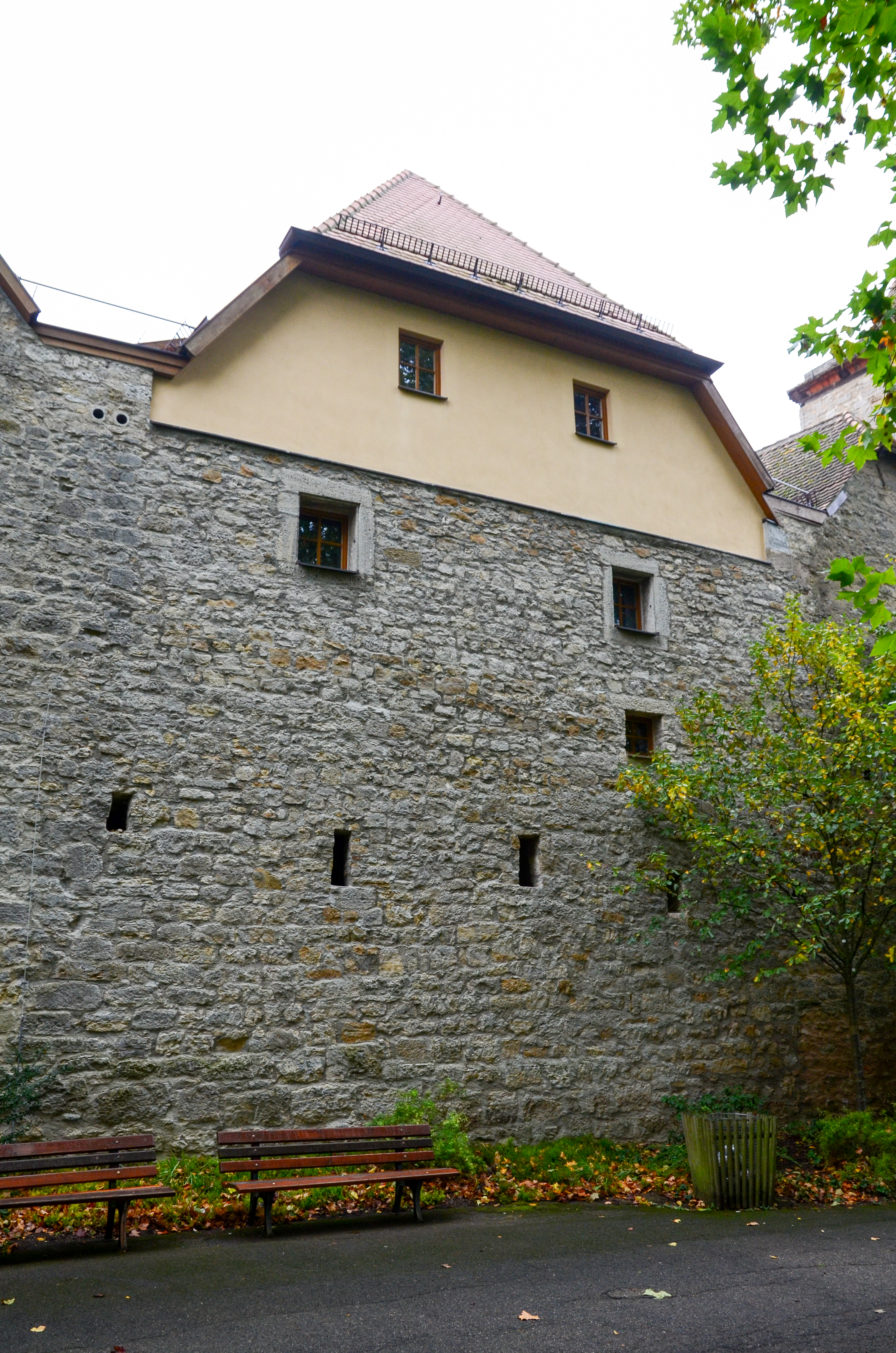
Burggasse 25 weitere Bilder
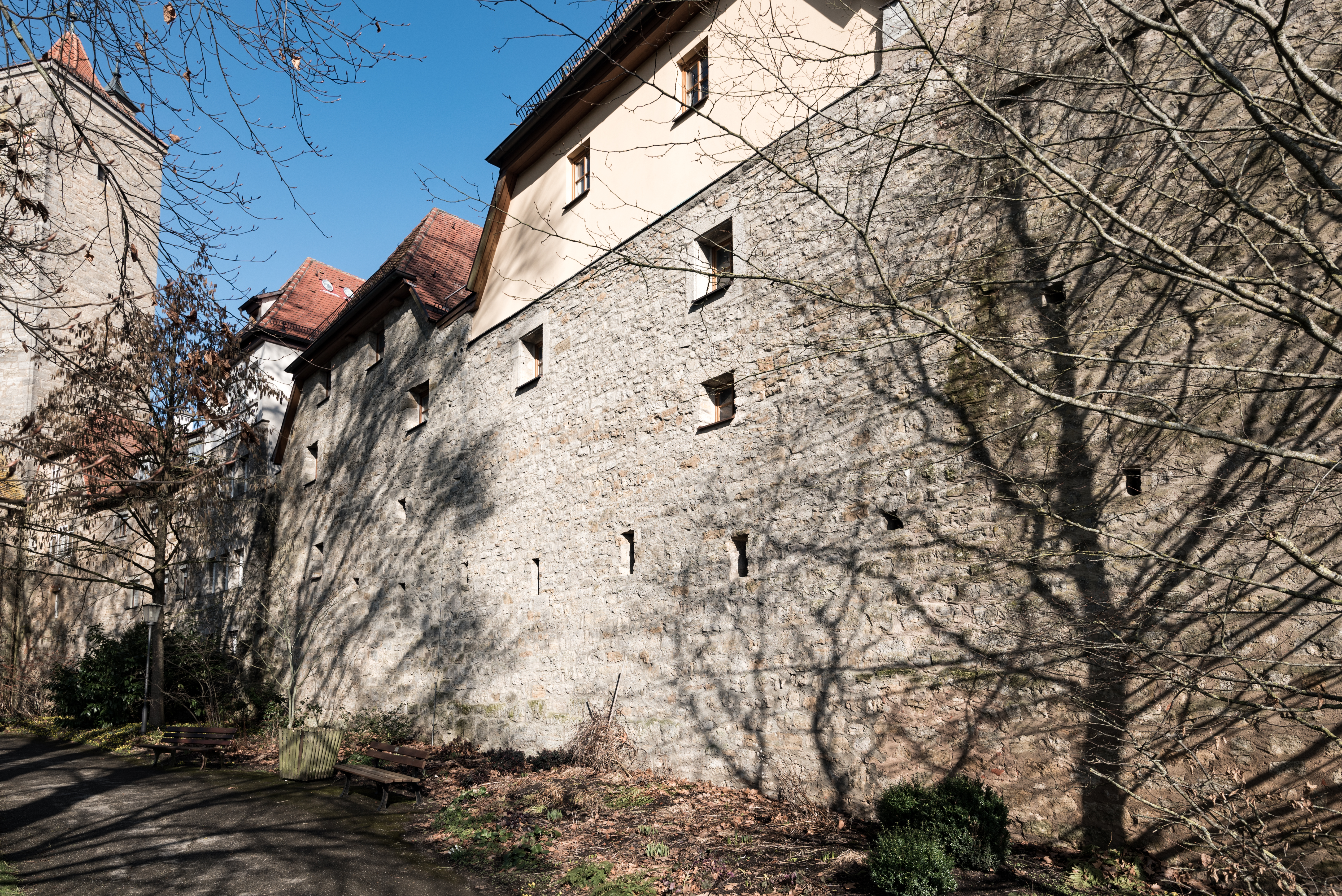
Burggasse 27, 25 weitere Bilder
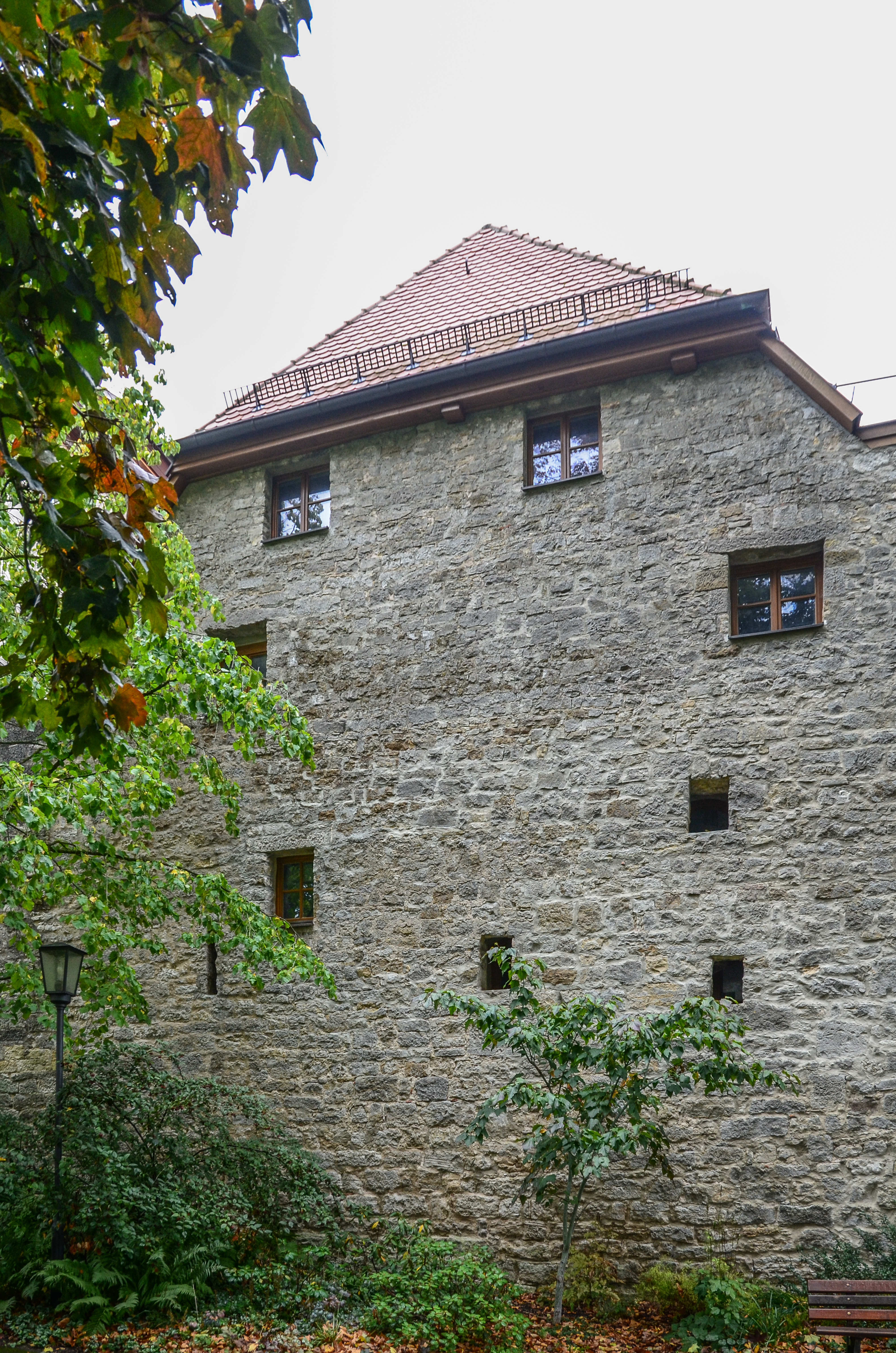
Burggasse 27 weitere Bilder
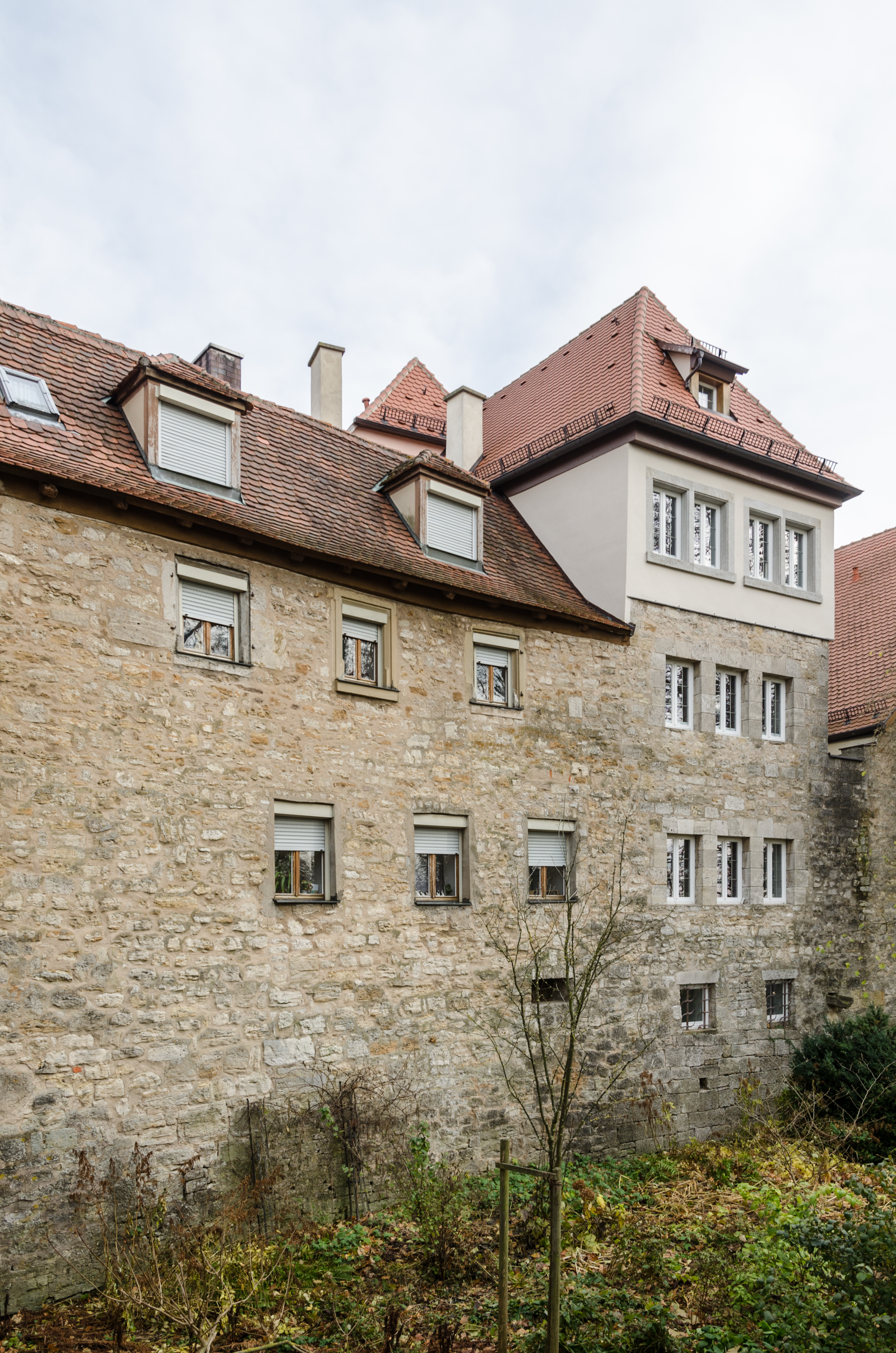
Burggasse 31, 29 weitere Bilder
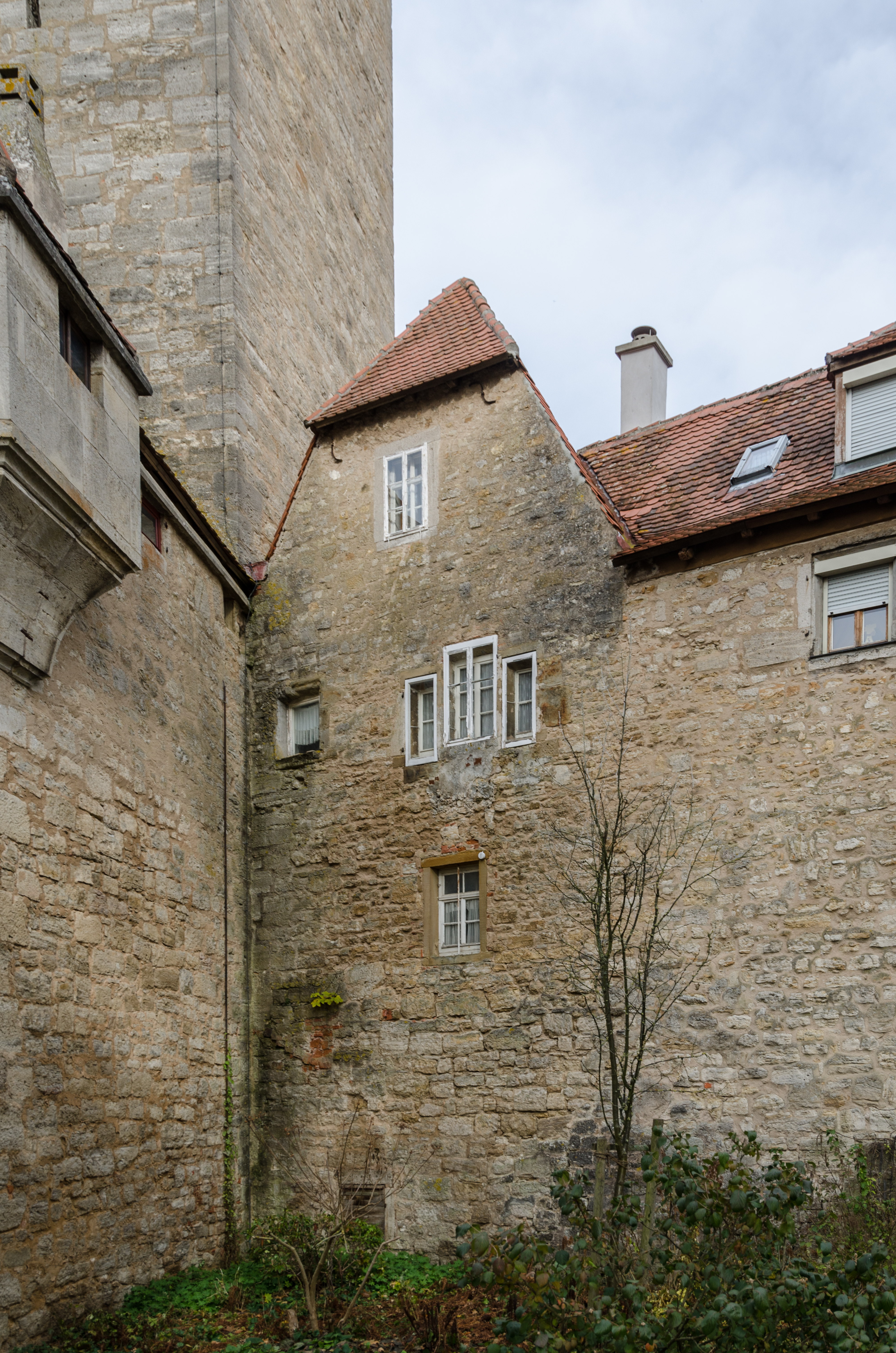
Herrengasse 33 weitere Bilder

### Nördliche Vorbefestigung
Nördlich der Altstadt wurde der Stadtzugang durch eine Vorbefestigung mit Wassergraben und turmbewehrter Brücke gesichert, die als Turmseelein bezeichnet wird.

| Lage                         | Objekt             | Beschreibung | Akten-Nr.      | Bild           |
| ---------------------------- | ------------------ | --- | -------------- | -------------- |
| Würzburger Straße (Standort) | Turmseeleinsbrücke | Straßenbrücke, zweibogige Brücke aus staufischen Buckelquadern mit mittigem Turmunterbau und Reste der alten Zugbrückenauflagekonsolen, um 1400 | D-5-71-193-685 | weitere Bilder |